# Liste des hôtels particuliers de Toulouse

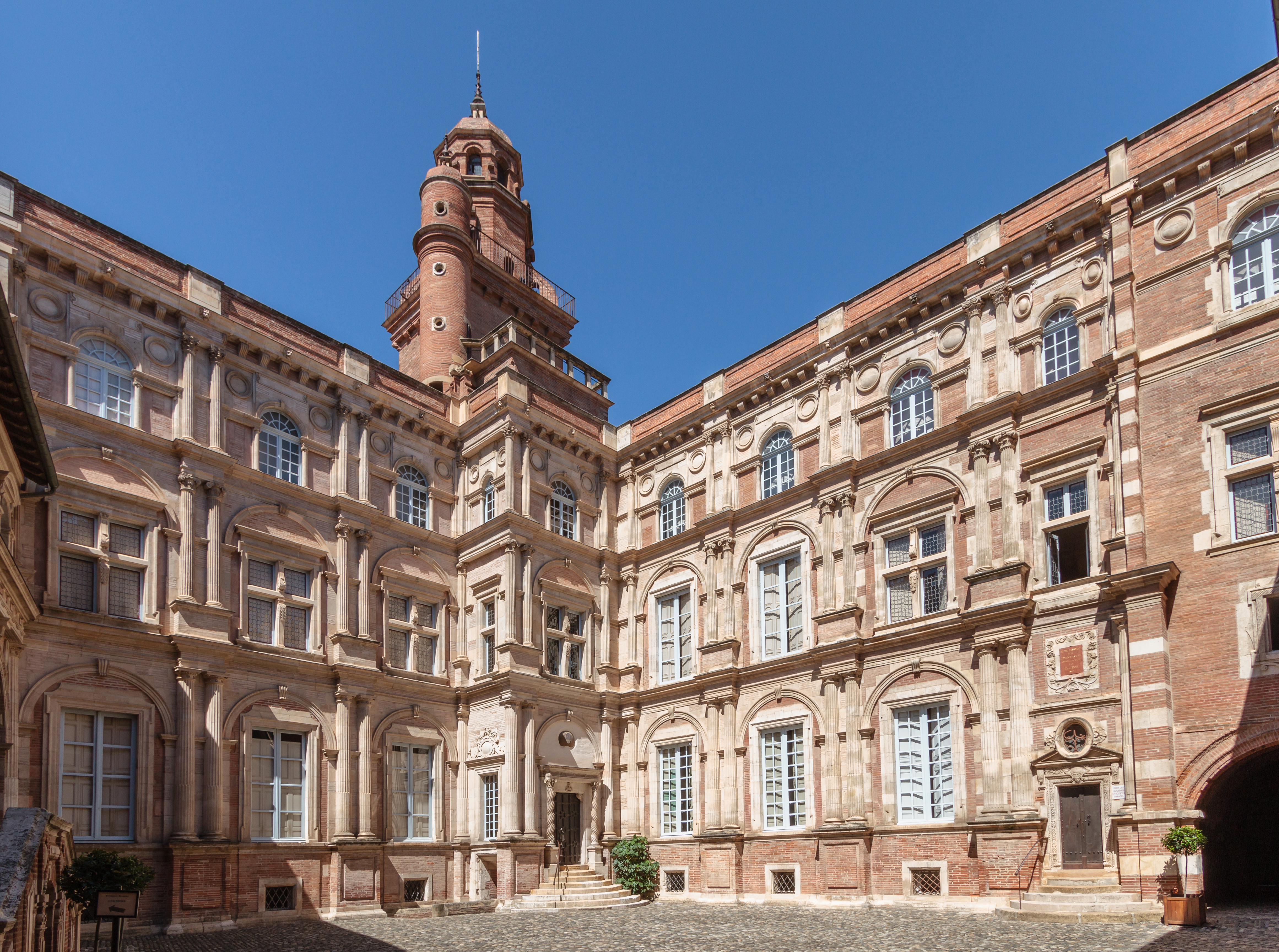
L'hôtel d'Assézat, XVIe siècle.

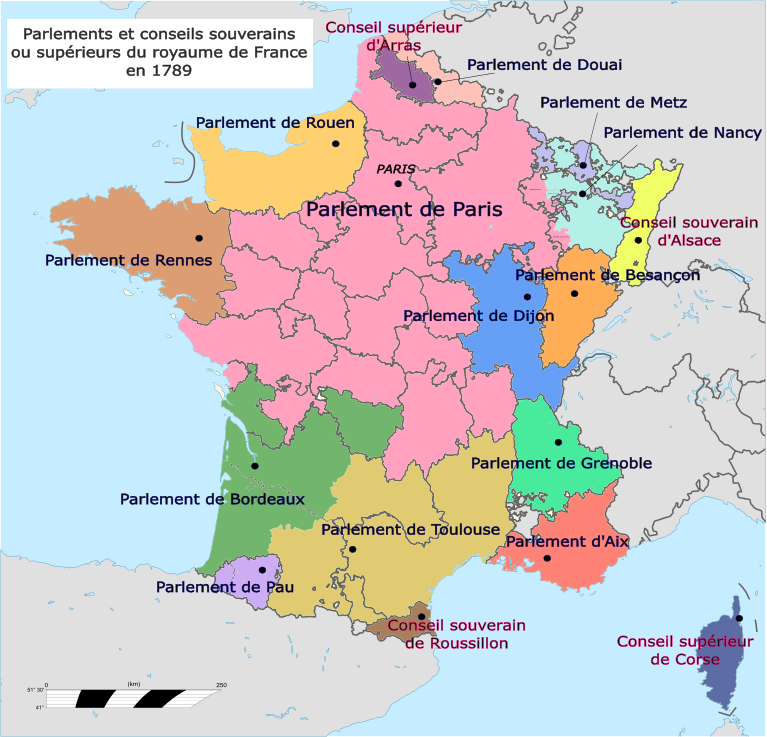
Un grand nombre d'hôtels particuliers toulousains sont dus à la présence dans la ville, de 1443 à 1790, d'un Parlement au très vaste territoire, le deuxième du royaume en importance comme en ancienneté après celui de Paris.

Tout au long de son histoire, Toulouse a compté parmi les principales villes de France : à la tête d'un vaste comté au Moyen Âge, elle fut ensuite jusqu'à la Révolution capitale historique de la province de Languedoc et, grâce à son Parlement, capitale judiciaire d'une grande partie du sud de la France. Centre de pouvoir, la ville a conservé jusqu'à nos jours de nombreux hôtels particuliers édifiés par ses élites : capitouls, marchands fortunés et noblesse de robe (parlementaires) notamment.
Si l'historiographie toulousaine met volontiers en avant un « siècle d'or » coïncidant avec la Renaissance et la fortune brassée par quelques grands négociants du pastel, ce sont cependant quelque deux cents hôtels particuliers ou vestiges d'hôtels particuliers (dont 52 classés ou inscrits aux monuments historiques) qui rendent compte de l'évolution de l'architecture civile au fil des siècles dans une capitale provinciale qui ne suivit pas toujours les modèles nationaux. 
Cette page n'a pas pour objet de lister tous les hôtels particuliers de Toulouse, mais de répertorier les plus remarquables pouvant être intégrés dans une lecture de l'évolution de l'architecture privée toulousaine.

## Les origines
Les plus anciennes maisons conservées mettent en évidence la longue tradition de la construction en brique à Toulouse. Au Moyen Âge, la brique foraine était un matériau onéreux réservé aux monuments et aux riches propriétaires, elle était parfois associée à la pierre utilisée pour les décors. 
Érigées à une époque où la ville était alors essentiellement bâtie en bois et en torchis, quelques demeures en brique ayant survécu aux incendies, à la pression du renouvellement urbain et à l’œuvre du temps témoignent d'un habitat de qualité qu'on ne désignait pas encore du nom d’« hôtel ».

### Demeure romane duXIIesiècle
Il reste à Toulouse de rares vestiges d'architecture civile de l'époque romane, comme quelques traces de fenêtres ou encore un pan de mur d'un grenier remonté au Jardin des Plantes. Mais un seul bâtiment reste encore suffisamment conservé pour témoigner du type d'habitat de cette époque : la tour Maurand.

#### Une maison forte d'un riche bourgeois: la tour Maurand
Adresse : 56 rue du Taur. Classé MH.
Véritable maison forte comprenant autrefois une tour carrée de 25 mètres de haut et deux corps de logis en équerre, la tour Maurand marquait avec ostentation la puissance du riche changeur Pierre Maurand. Aujourd'hui seule survivante de cet ensemble et toujours dotée de deux belles salles voûtées sur croisée d'ogives (parmi les premières construites dans le Midi de la France), la tour a cependant perdu près de dix mètres de hauteur ainsi que ses grandes baies géminées, sans doute décorées de chapiteaux sculptés, dont on peut encore deviner le dessin autour des fenêtres actuelles.

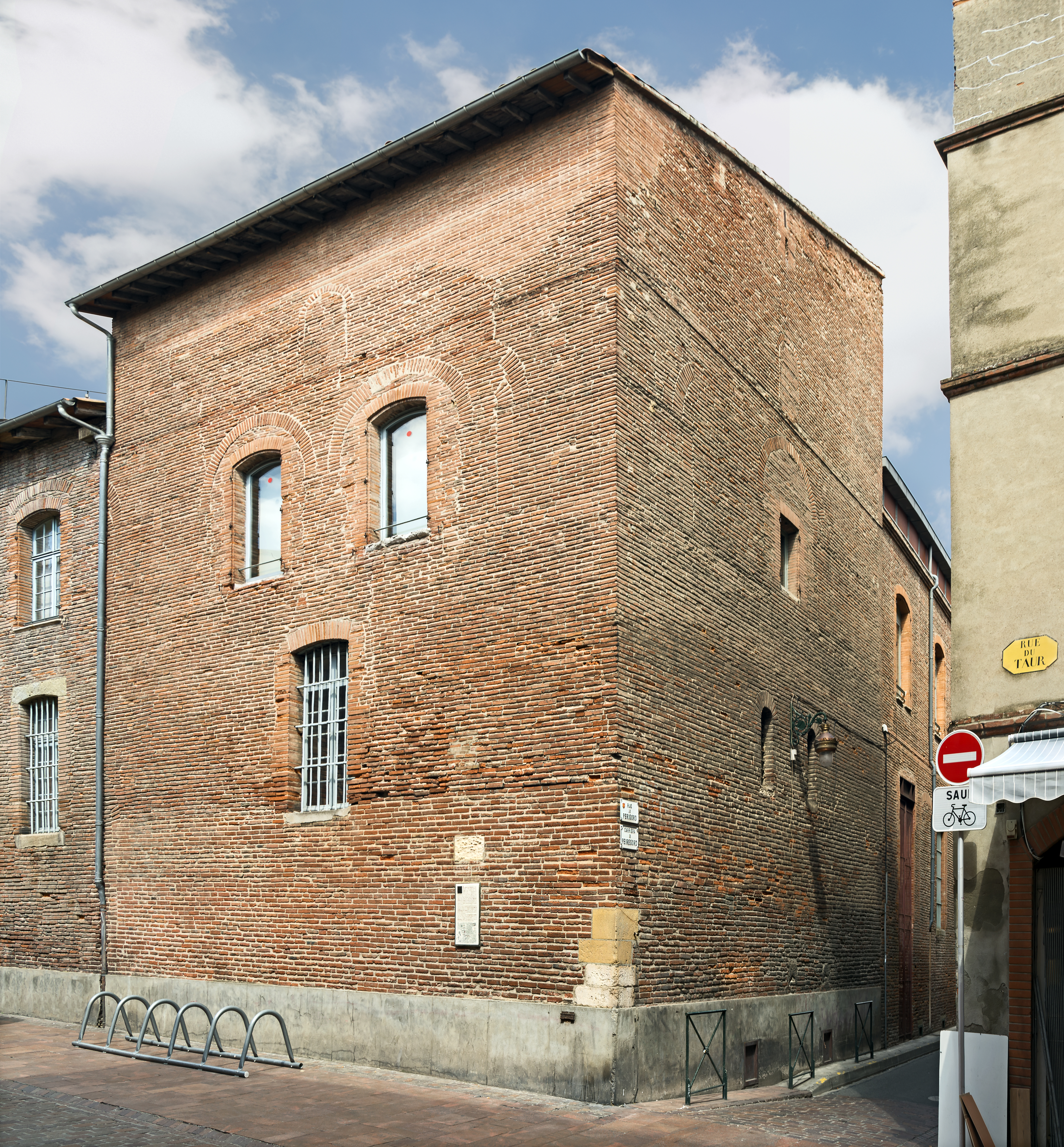
La tour Maurand aujourd'hui.
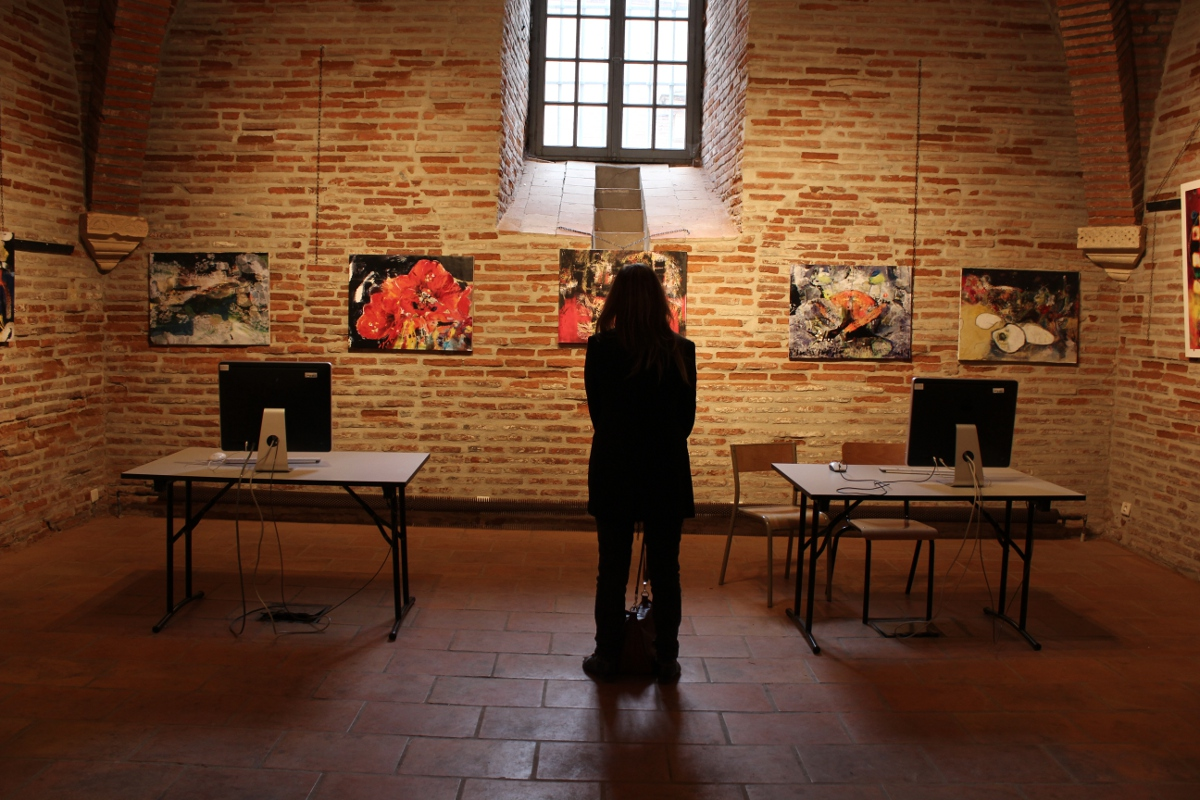
Tour Maurand : rez-de-chaussée.
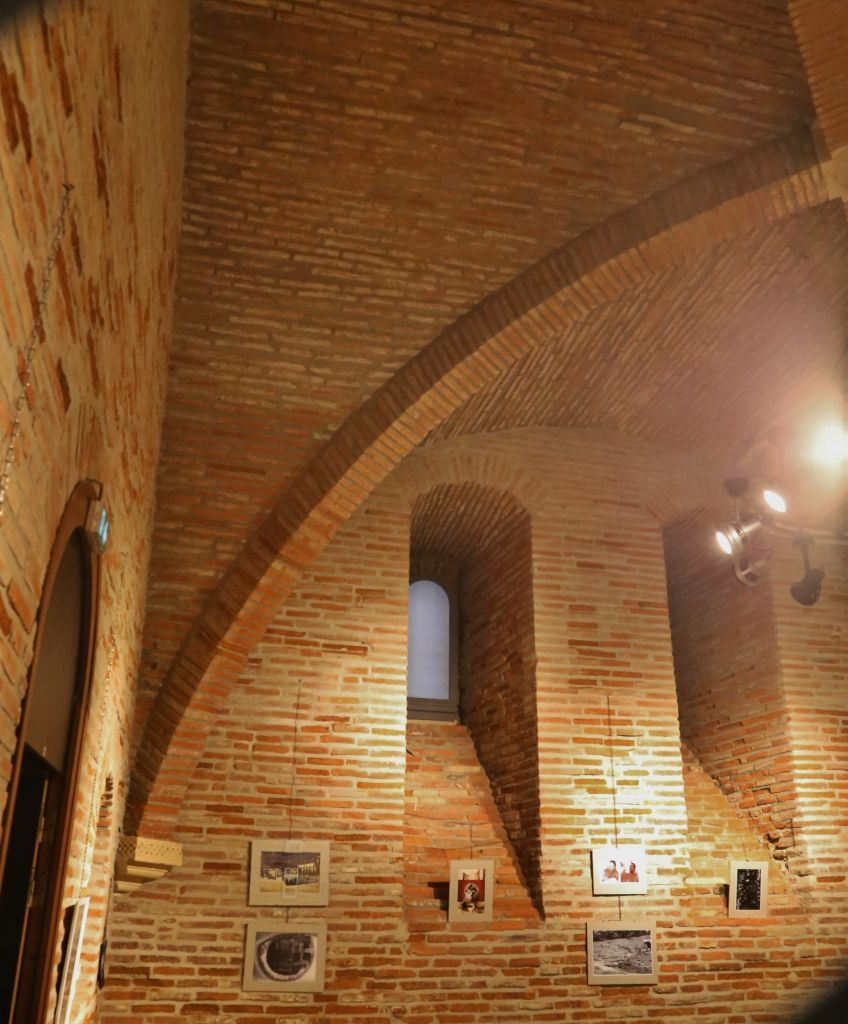
Tour Maurand : rez-de-chaussée.
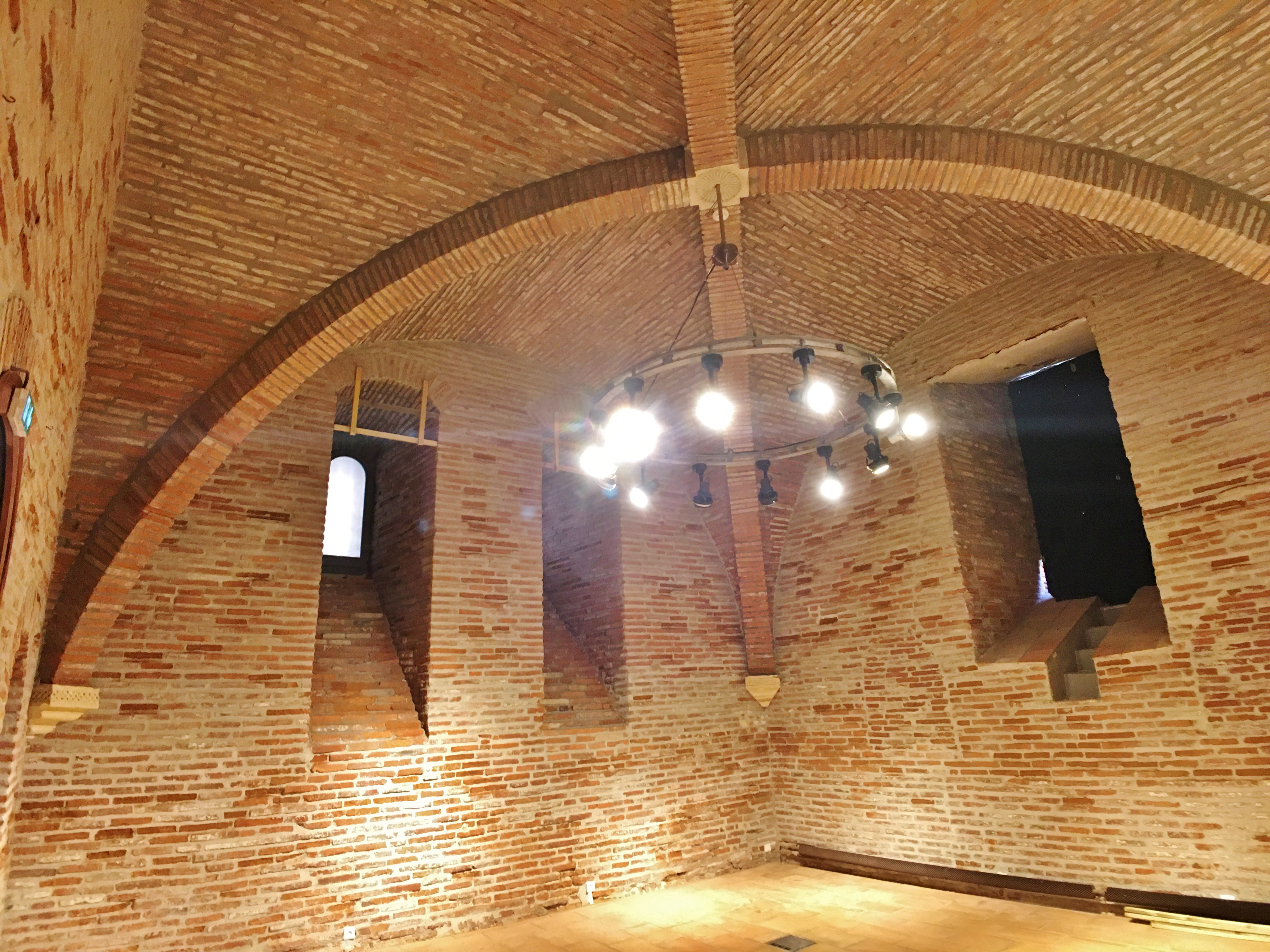
Tour Maurand : voûte du rez-de-chaussée.
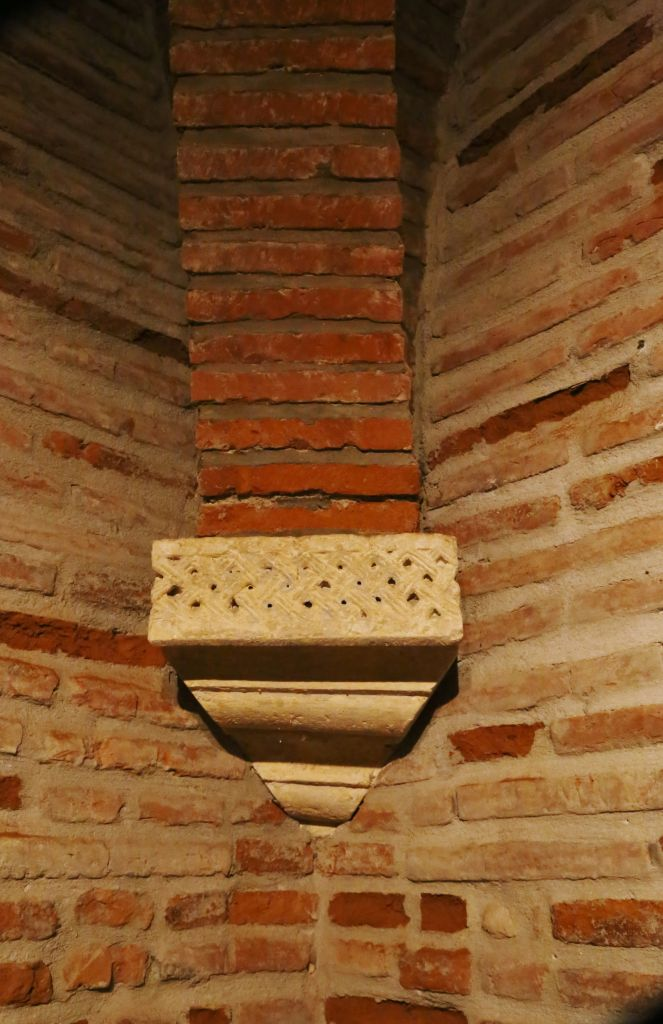
Tour Maurand : culot recevant une nervure de la voûte en croisée d'ogives.
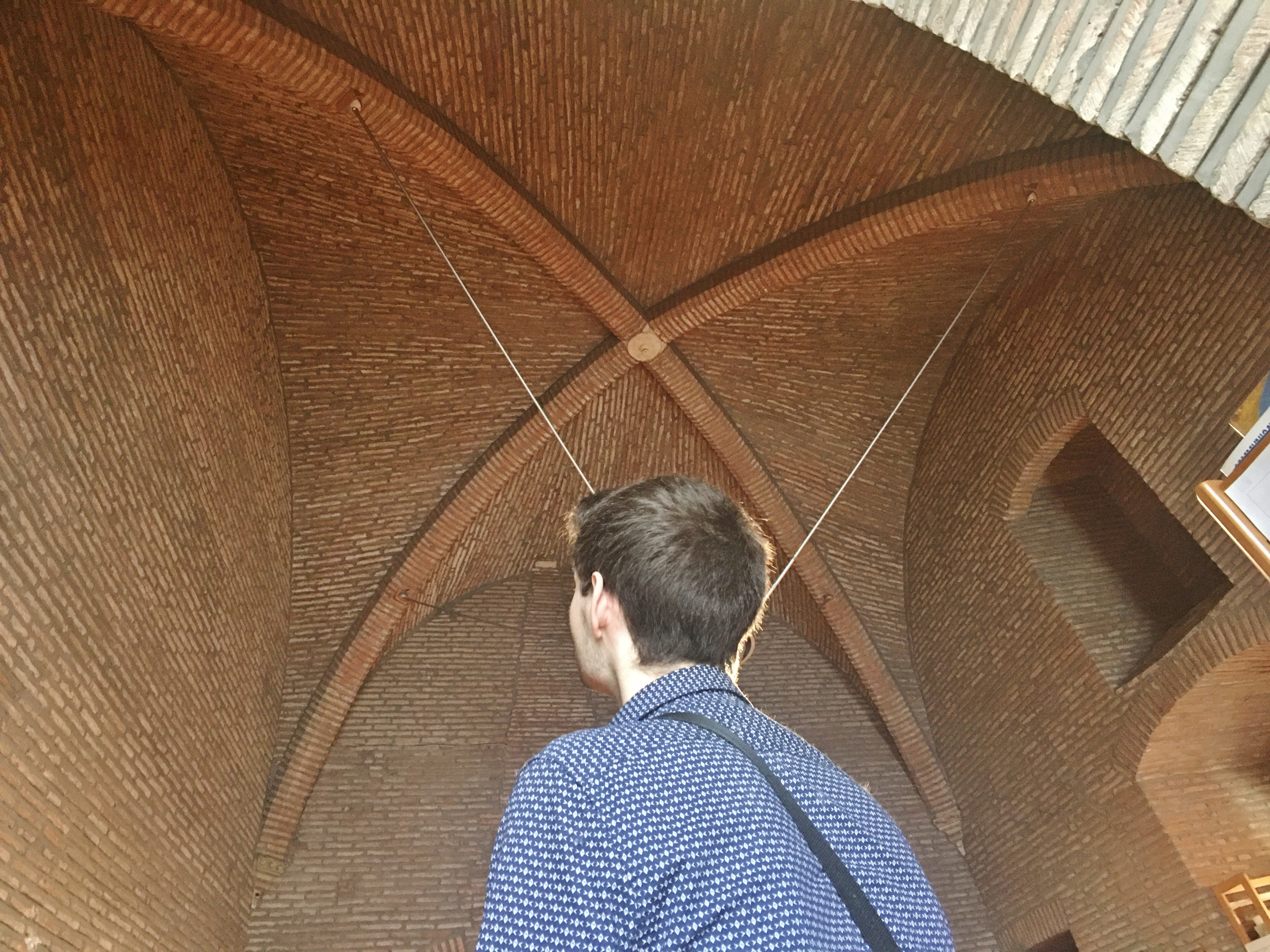
Tour Maurand : voûte du premier étage.
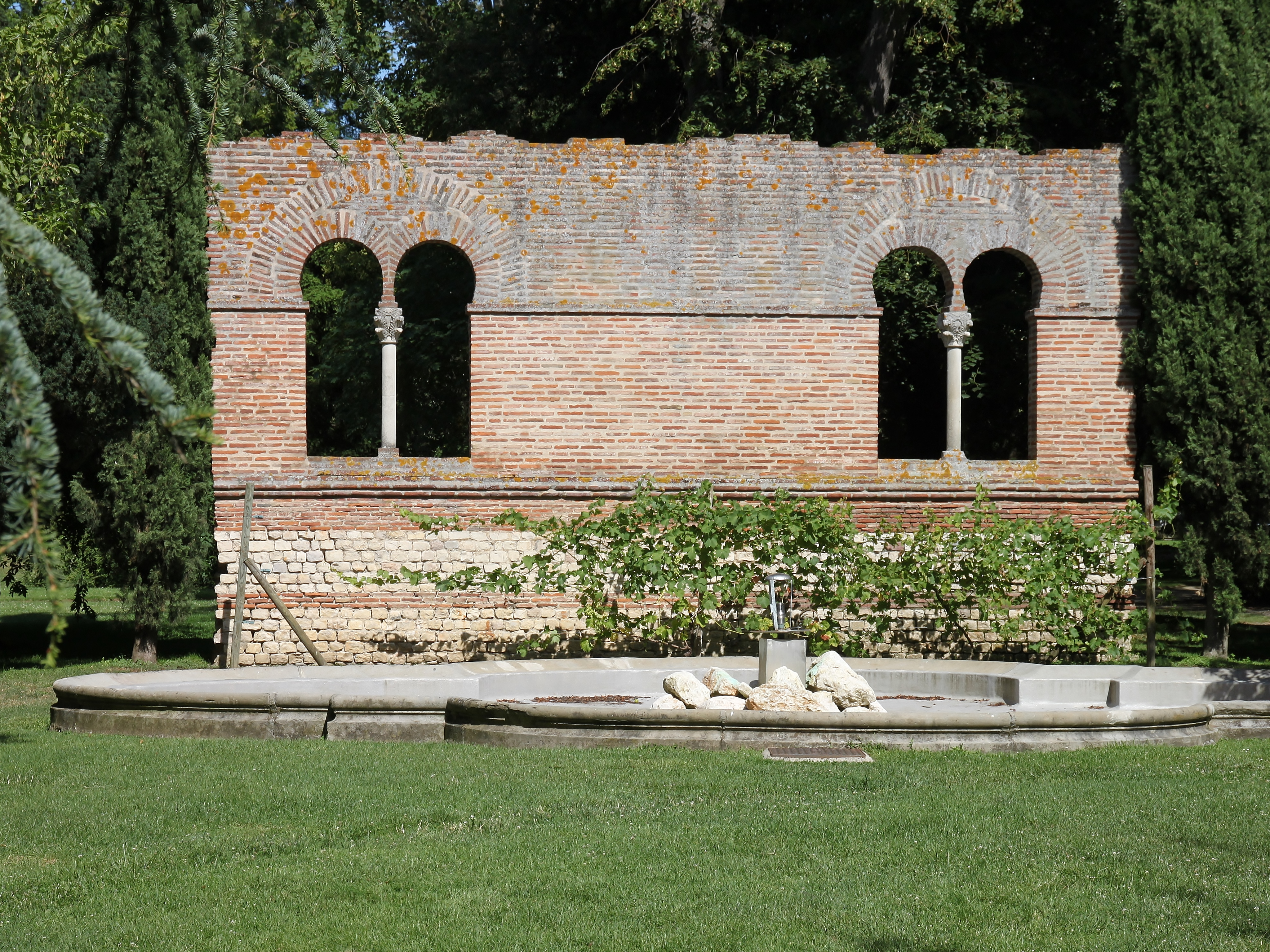
Pan de mur roman, dont les baies géminées pourraient ressembler à celles disparues de la tour Maurand.
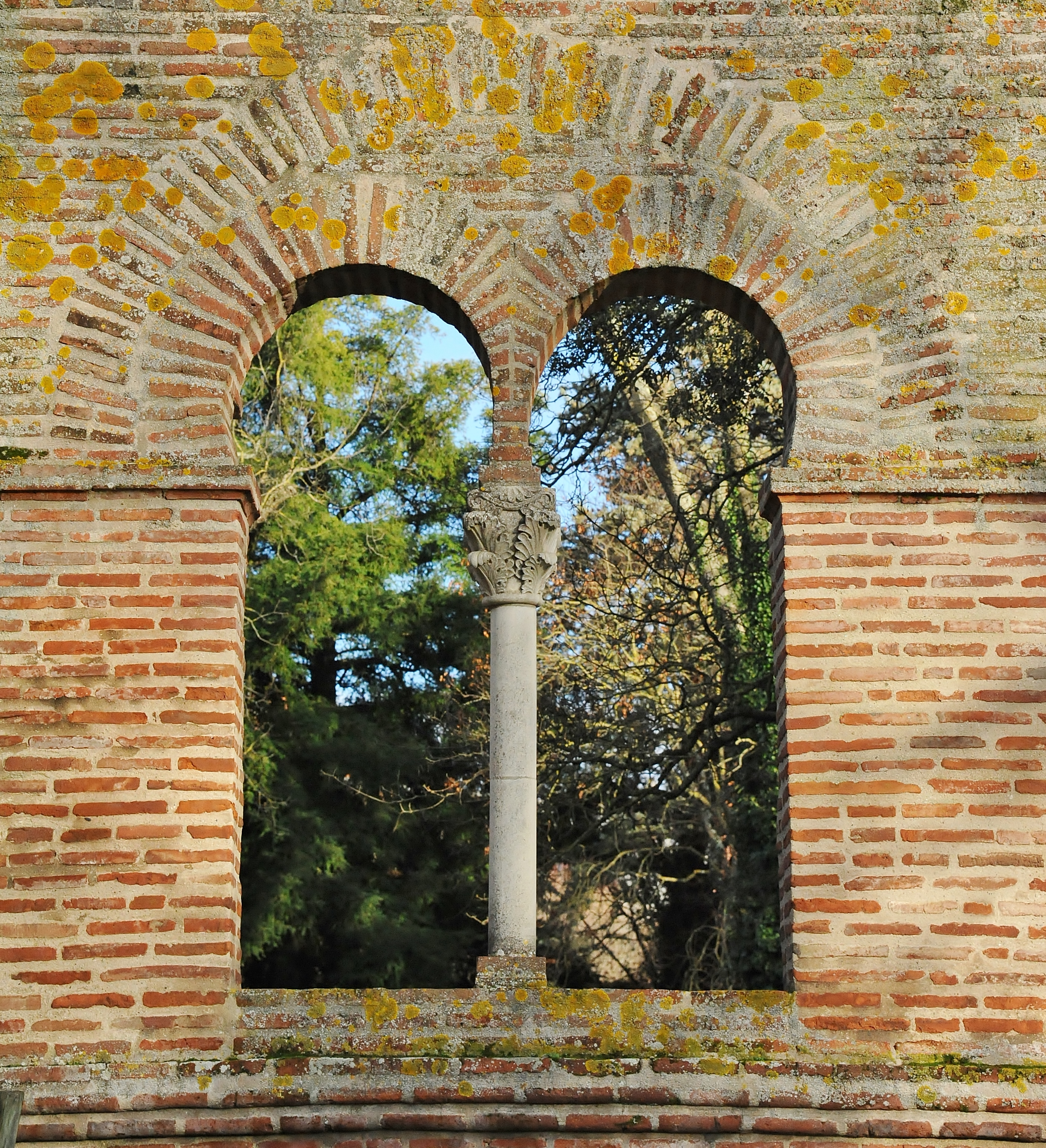
Baie géminée romane.

### Demeures gothiques desXIIIeetXIVesiècles

#### La tour Vinhas
Adresse : 10 rue Temponières. Non protégé MH.
Construite à la fin du XIIIe siècle ou au début du XIVe siècle, la tour Vinhas était comme la tour Maurand une tour carrée d'habitation. Elle faisait autrefois partie d'un ensemble beaucoup plus vaste ayant appartenu à une riche famille de changeurs qui compta de nombreux capitouls aux XIIIe et XIVe siècles : les Vinhas.
N'en est demeurée que la tour de plus de 25 mètres de haut. Passablement remaniée, elle a toutefois conservé une belle salle voûtée et une tourelle abritant un escalier en vis.

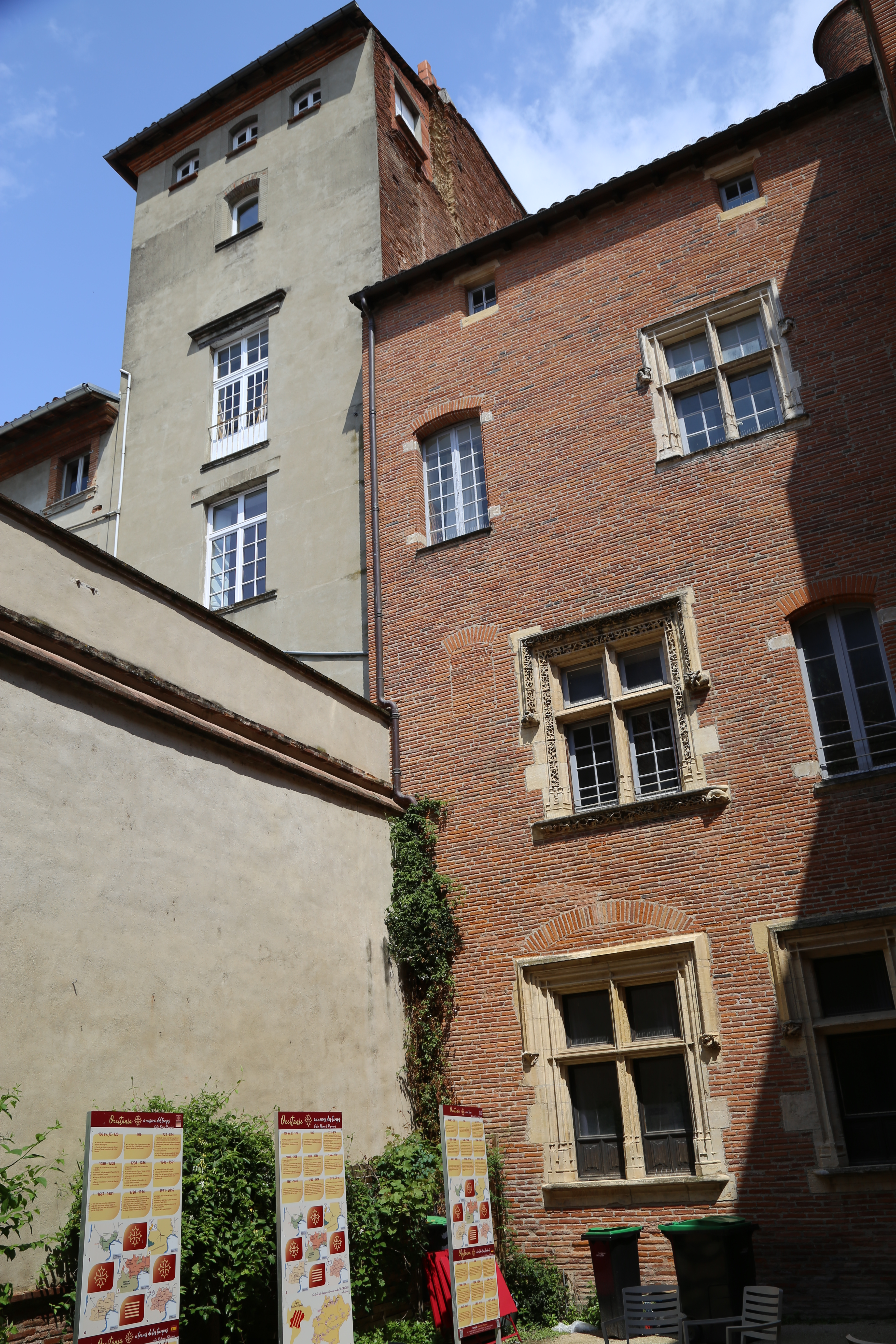
Vinhas : la façade ouest remaniée et cimentée, vue depuis une cour de l'hôtel Boysson-Cheverry.
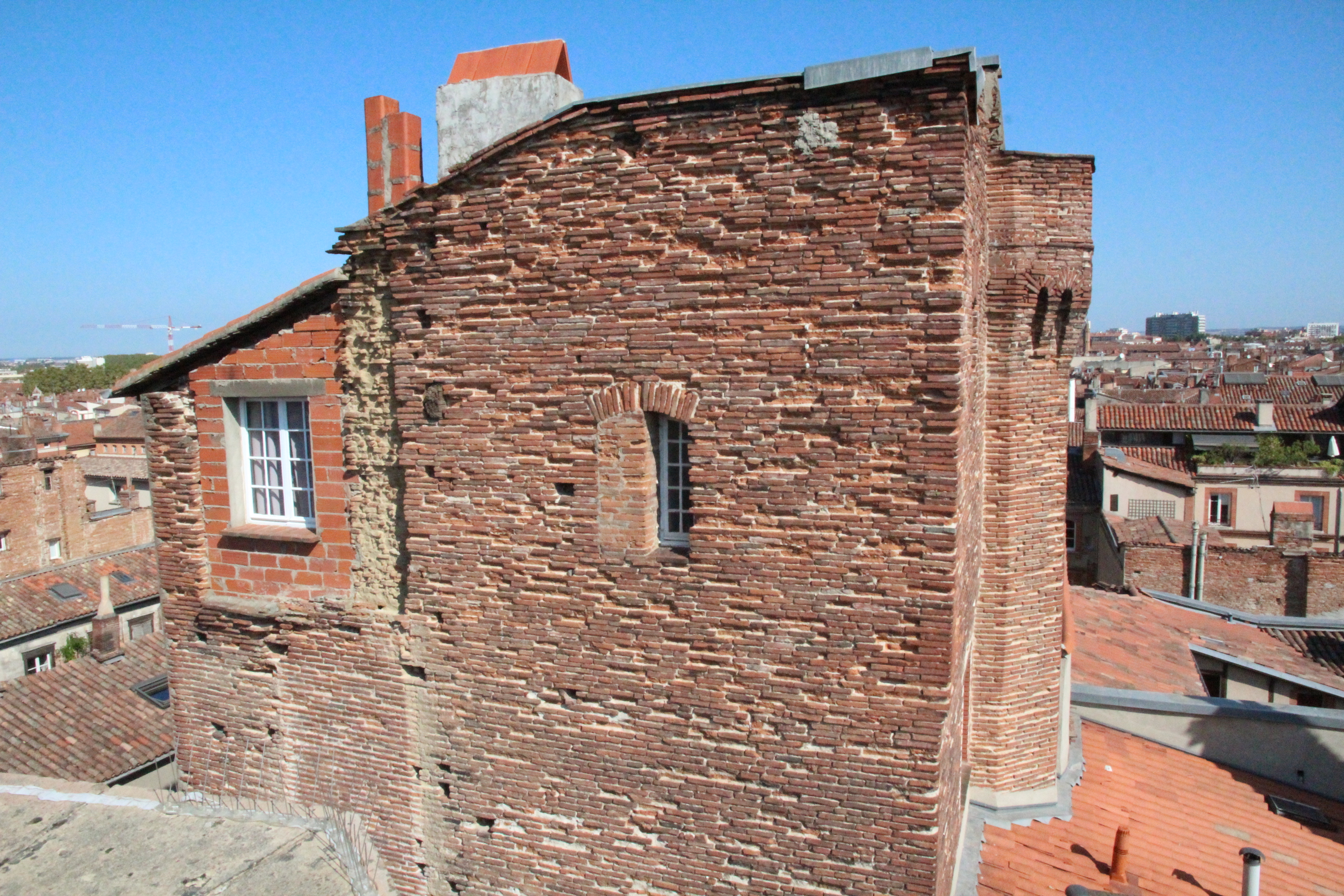
Sommet de la tour Vinhas.
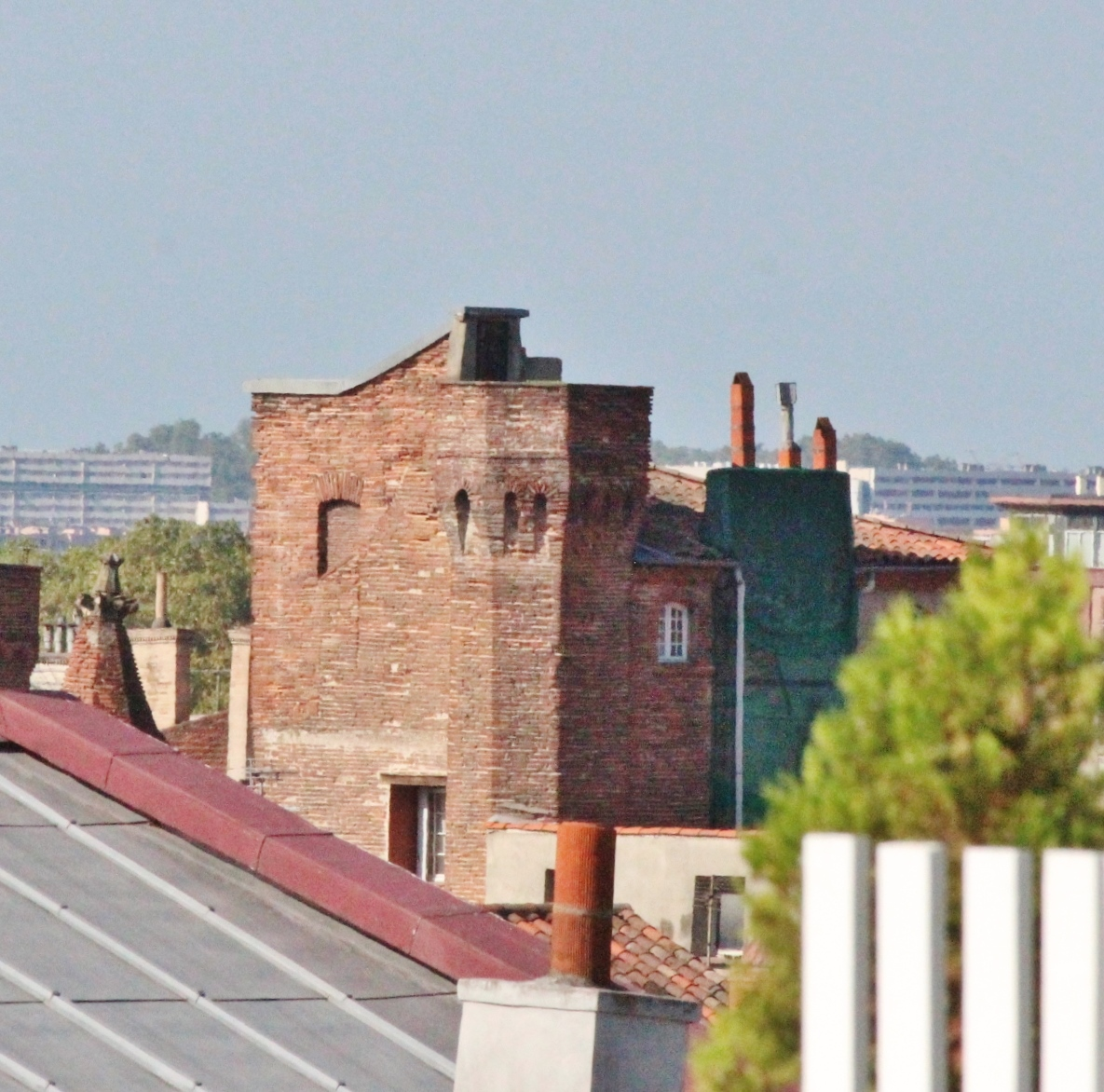
La tour Vinhas et sa tourelle.
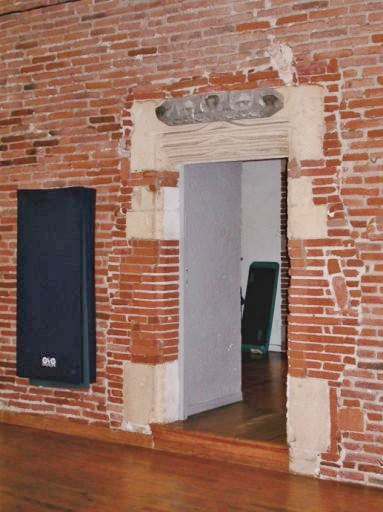
Vinhas : porte du rez-de-chaussée.
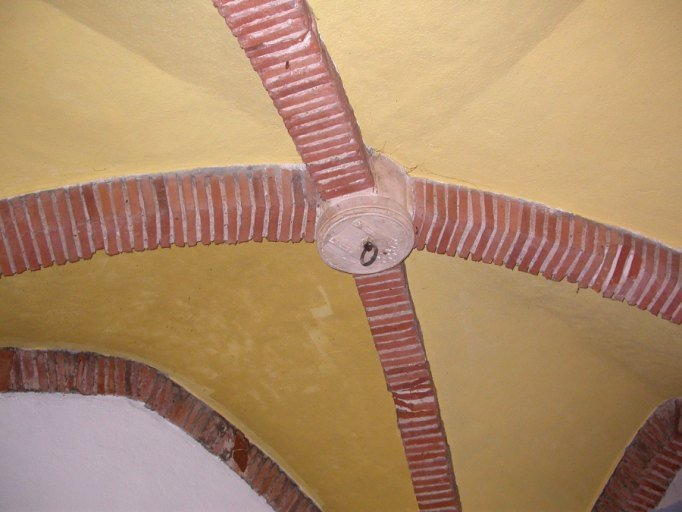
Vinhas : clé de voute avec blason des Vinhas.

#### La maison romano-gothique
Adresse : 15 rue Croix-Baragnon. Classé MH.
Datée du début du XIVe siècle (à l'exception du dernier étage et des deux fenêtres de l'entresol), la façade de cette maison aux fenêtres jumelles de style gothique est soulignée par de fins cordons de pierre sculptée évoquant l'époque romane. Ont été également conservés la grande porte et deux grands arcs ouvrant sur les boutiques. Sur les bandeaux de pierre sont sculptés des êtres et monstres hybrides, inspirés de ceux habitant les marges des manuscrits de l'époque et illustrant les thèmes de la chasse et de la musique.

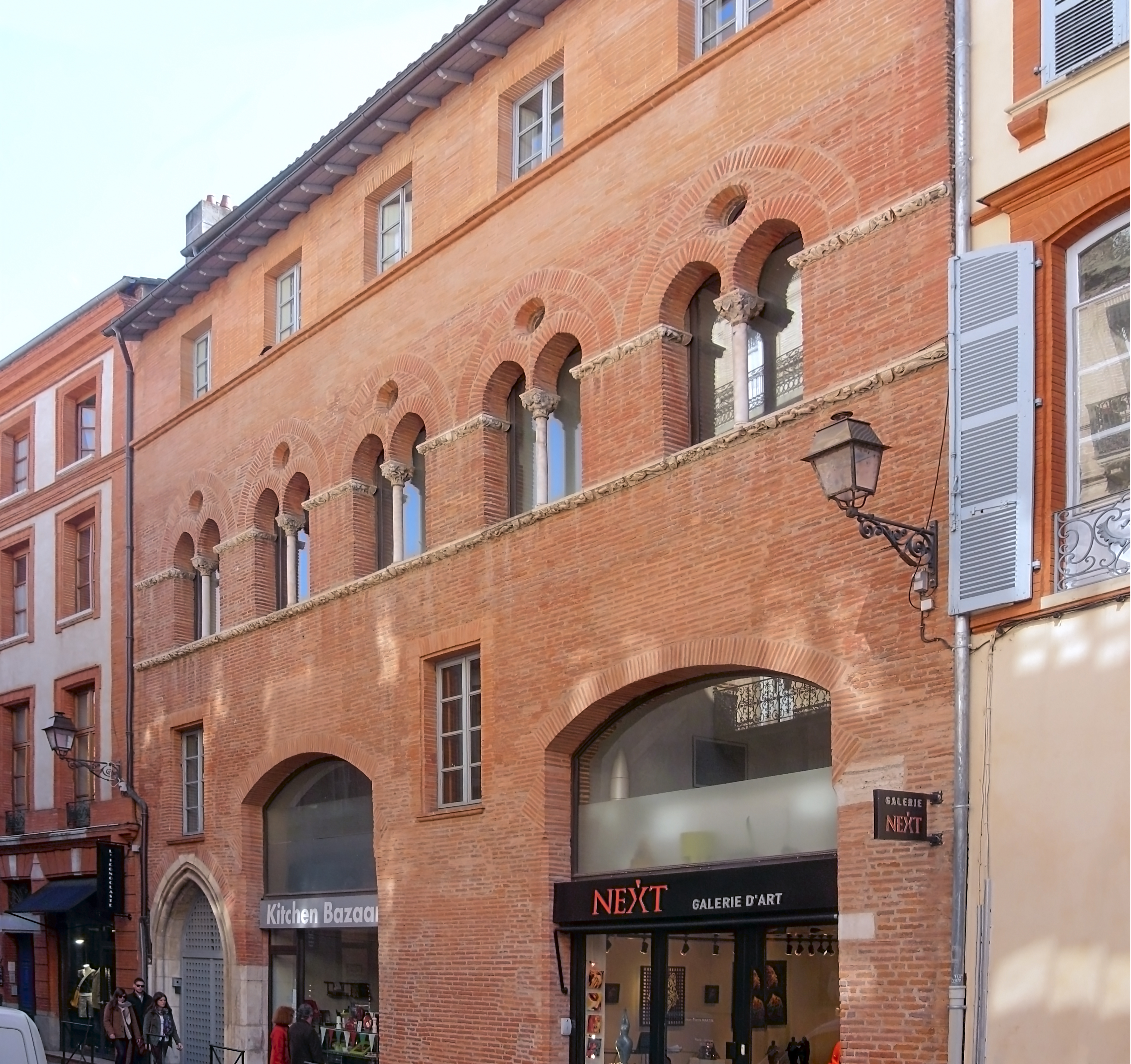
Maison romano-gothique.
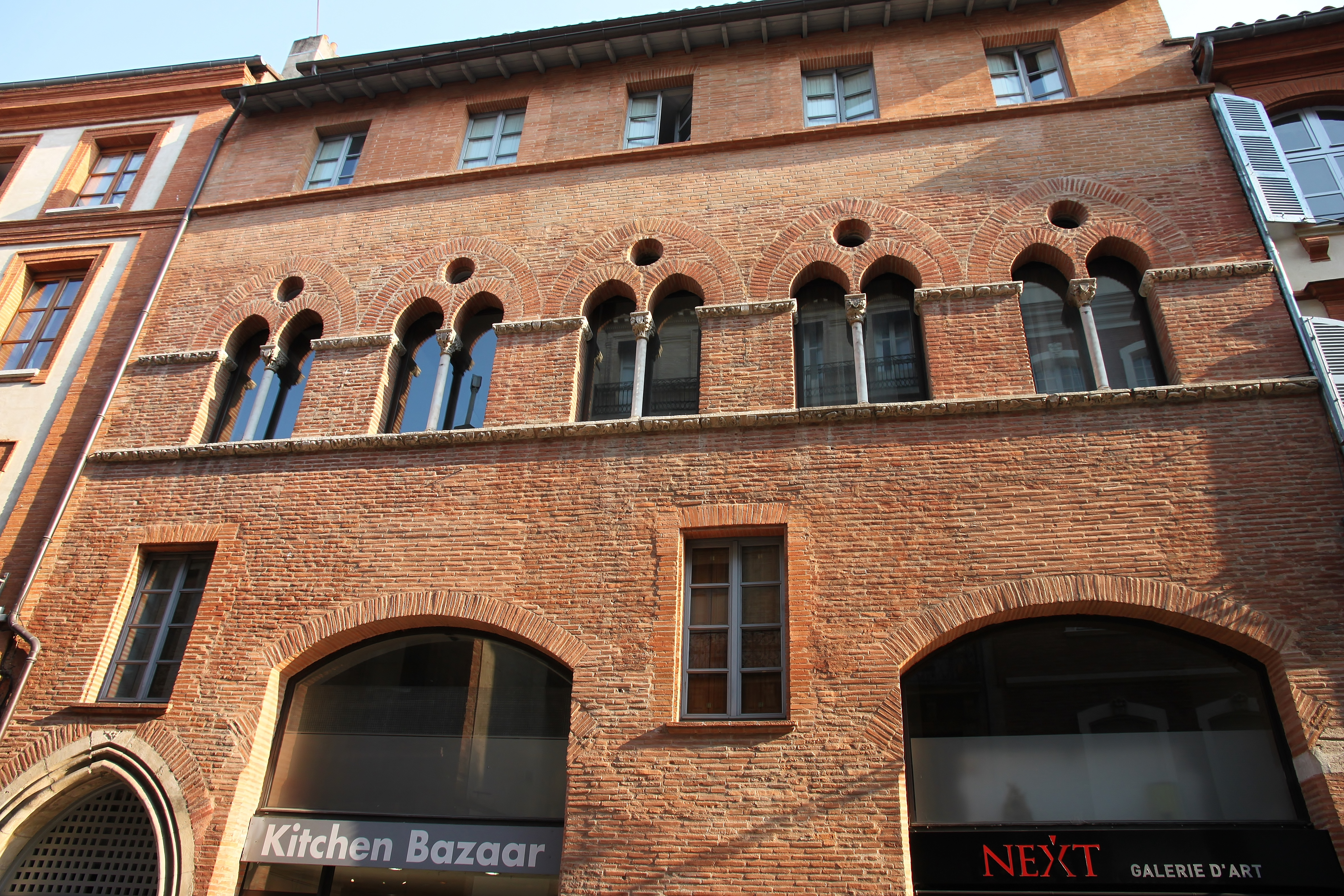
Façade de la maison romano-gothique.
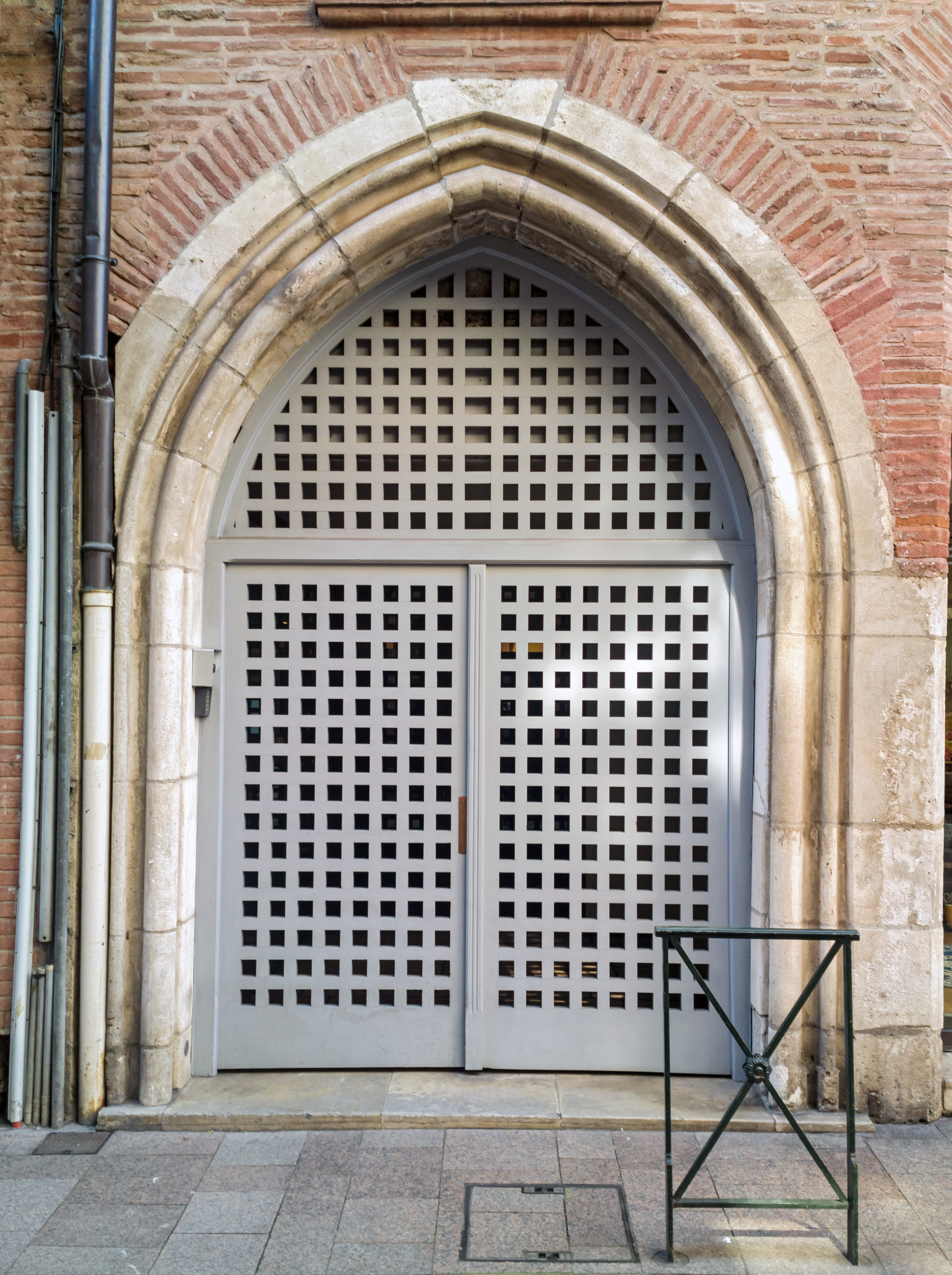
Porte gothique en arc brisé.
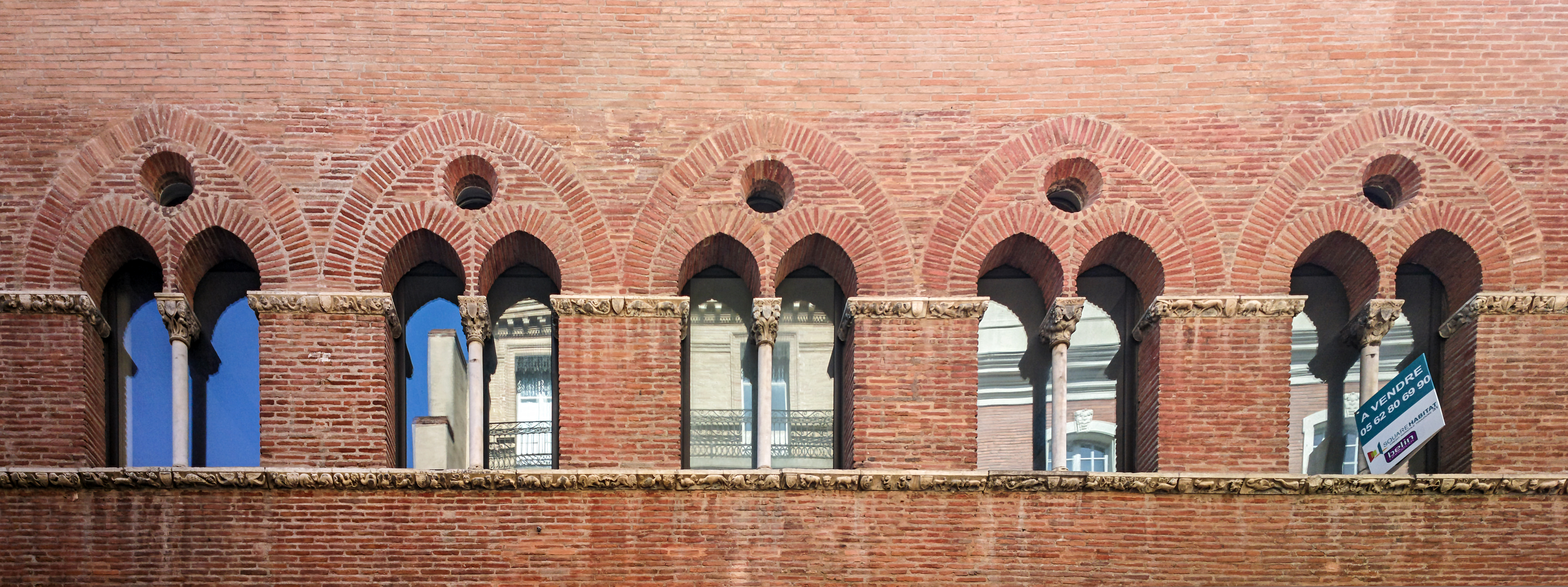
Baies géminées à l'étage.
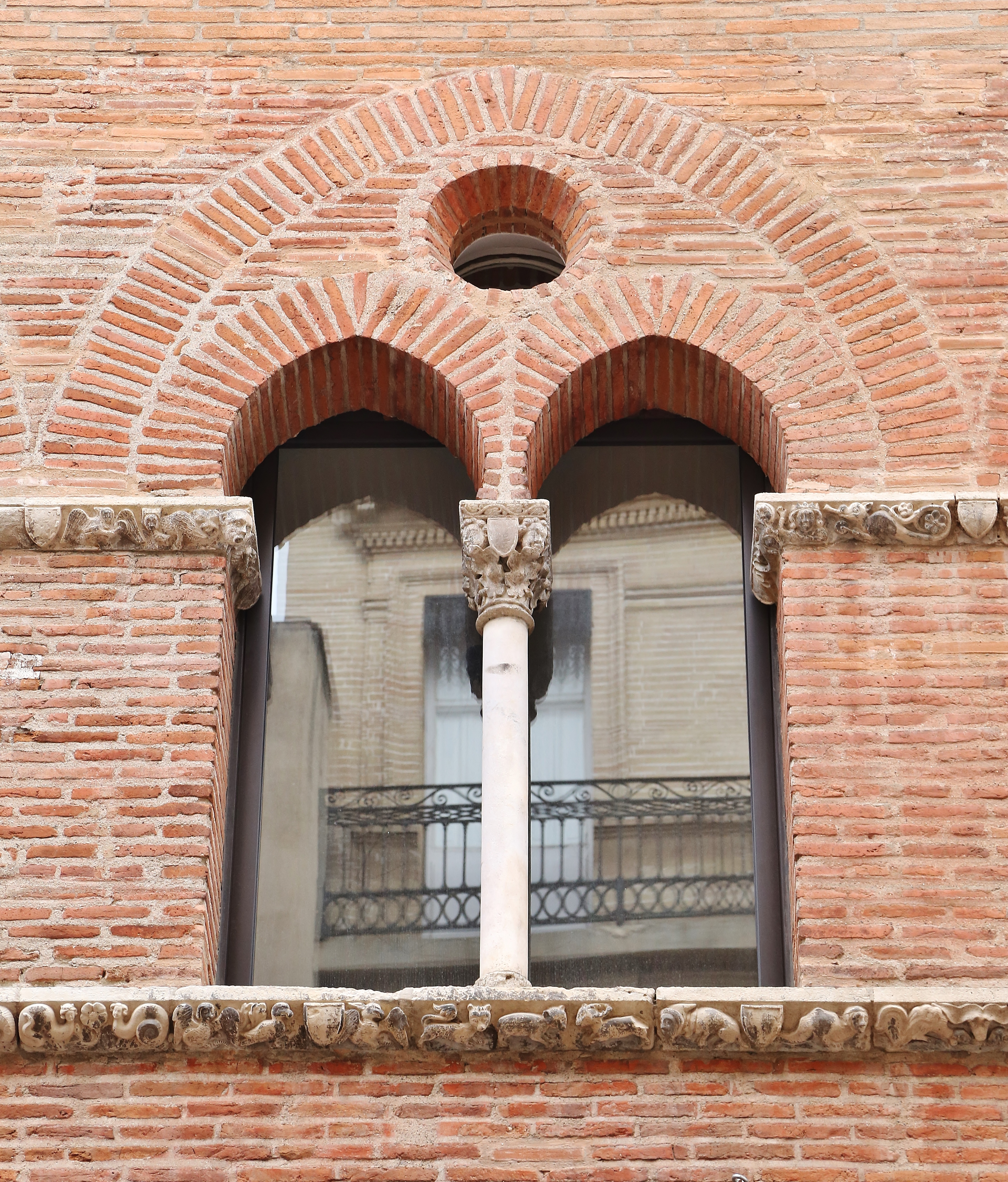
Baie géminée gothique.
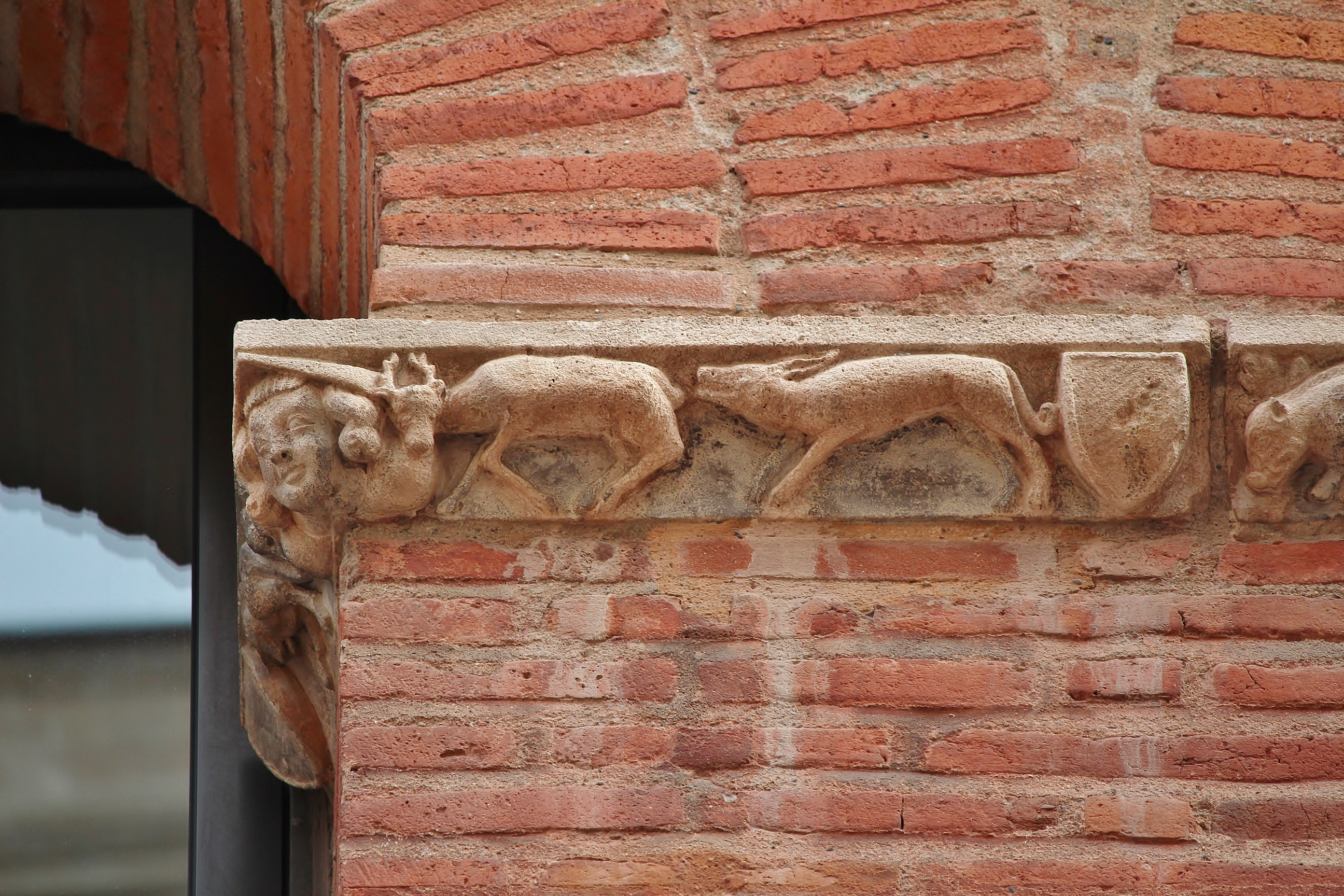
Scènes de chasse.
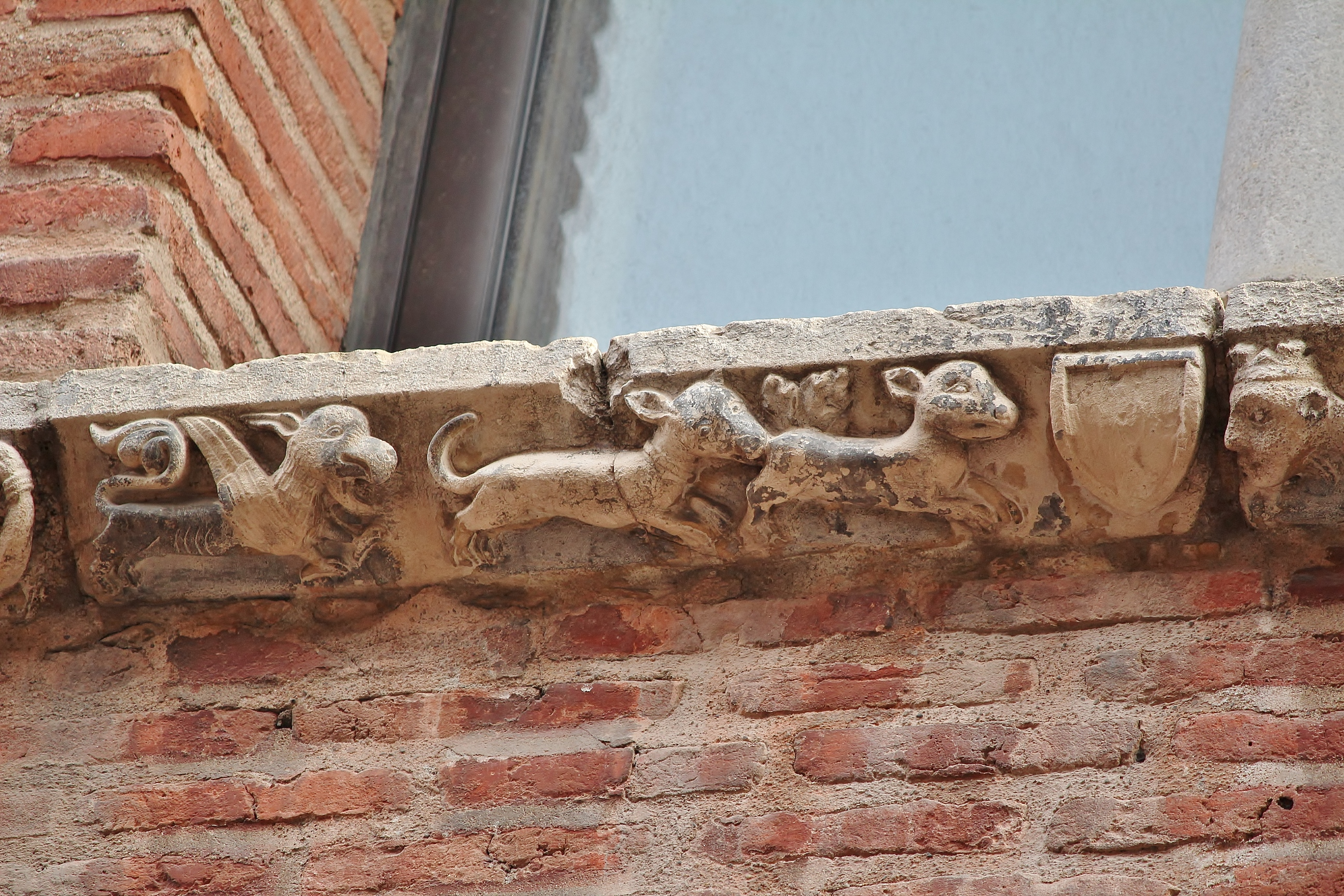
Scènes de chasse.
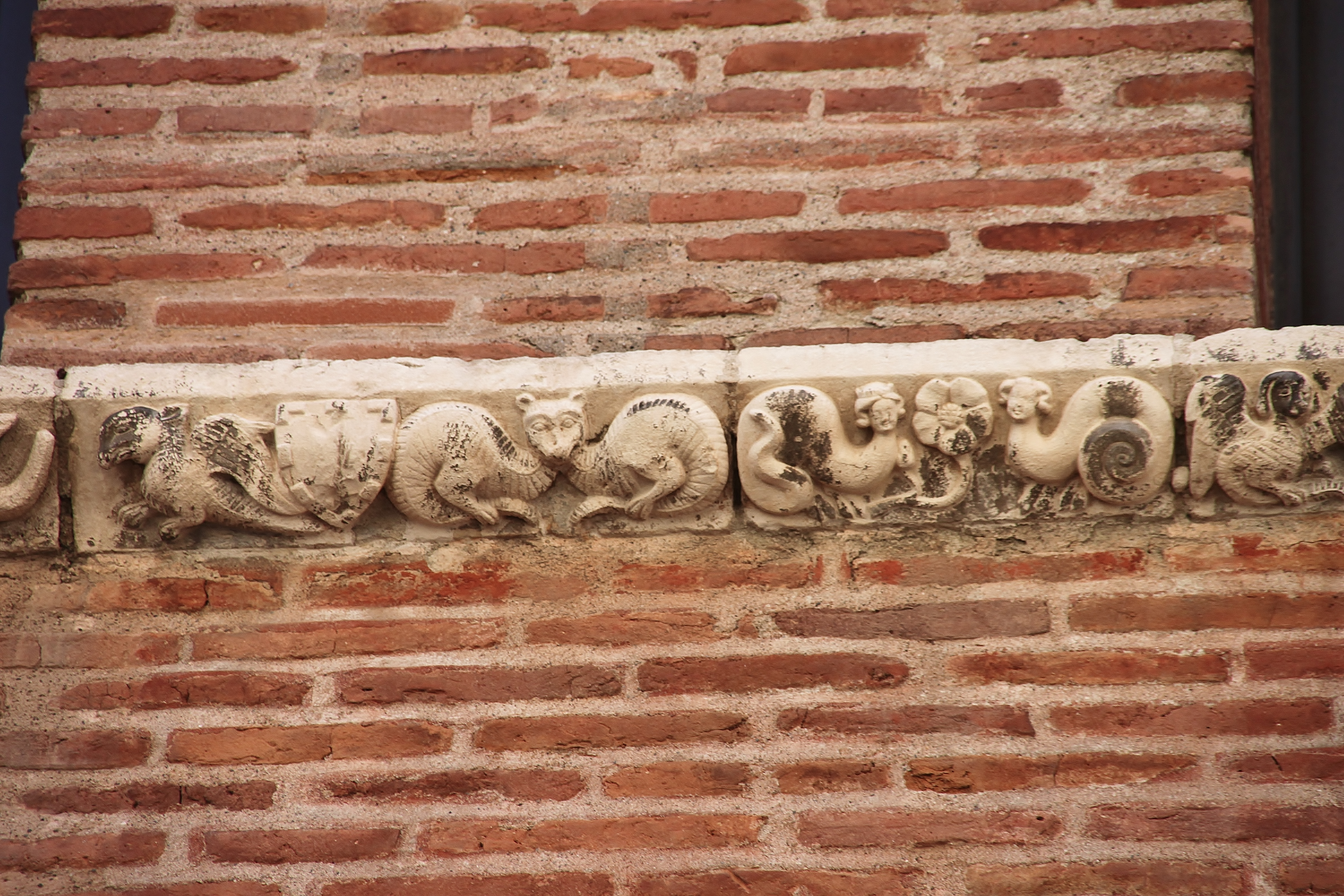
Créatures hybrides.
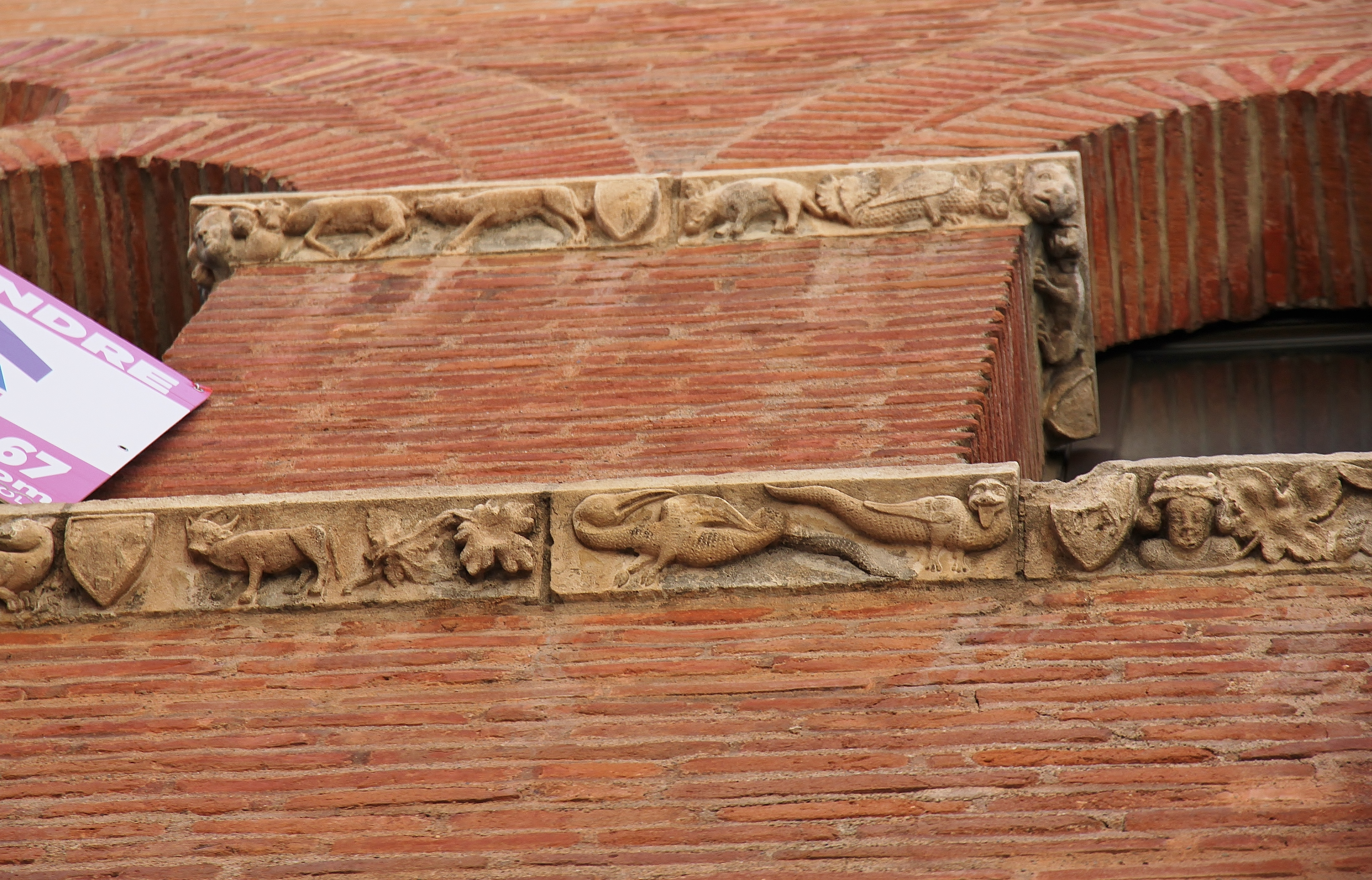
Créatures hybrides.
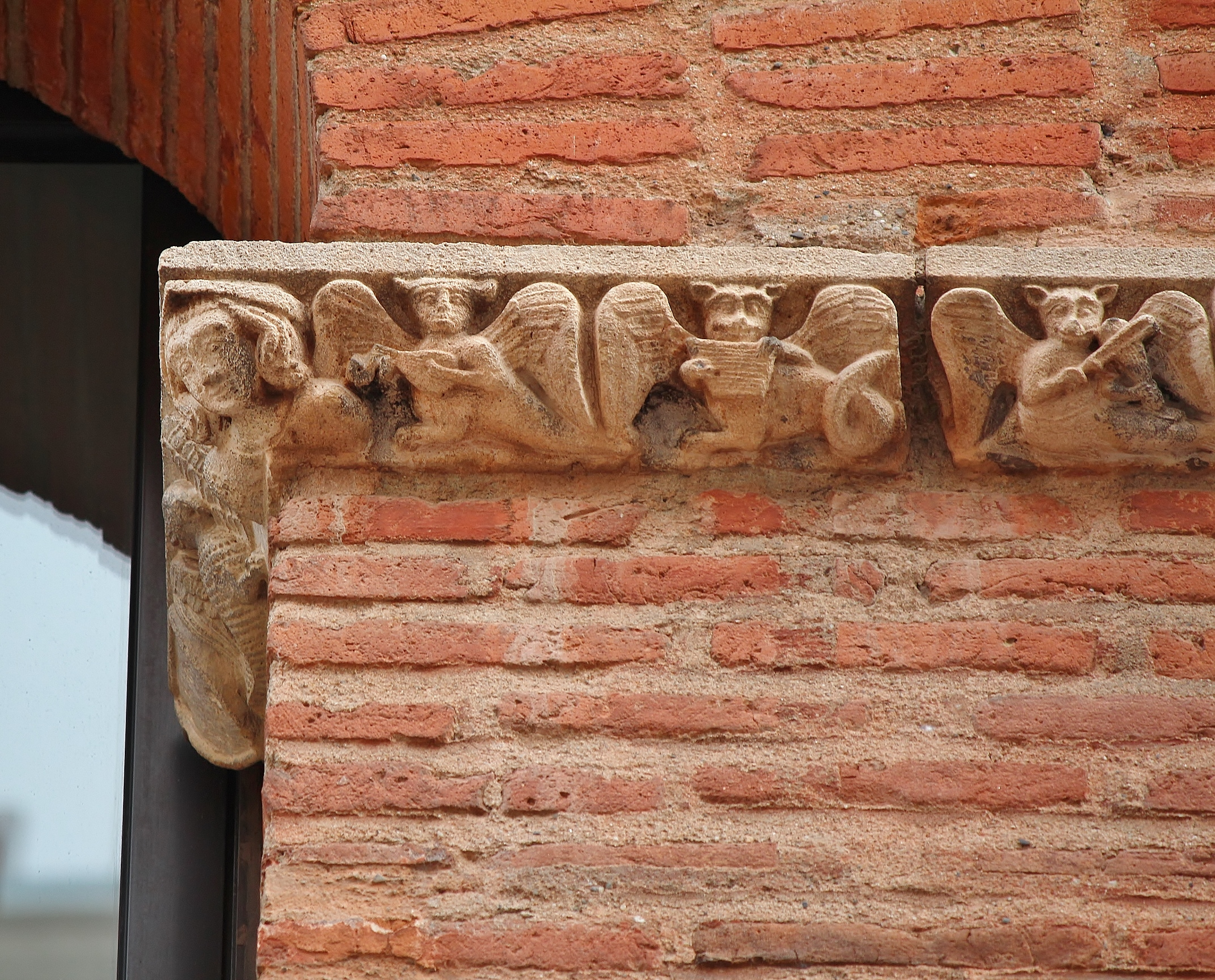
Scènes de musique.
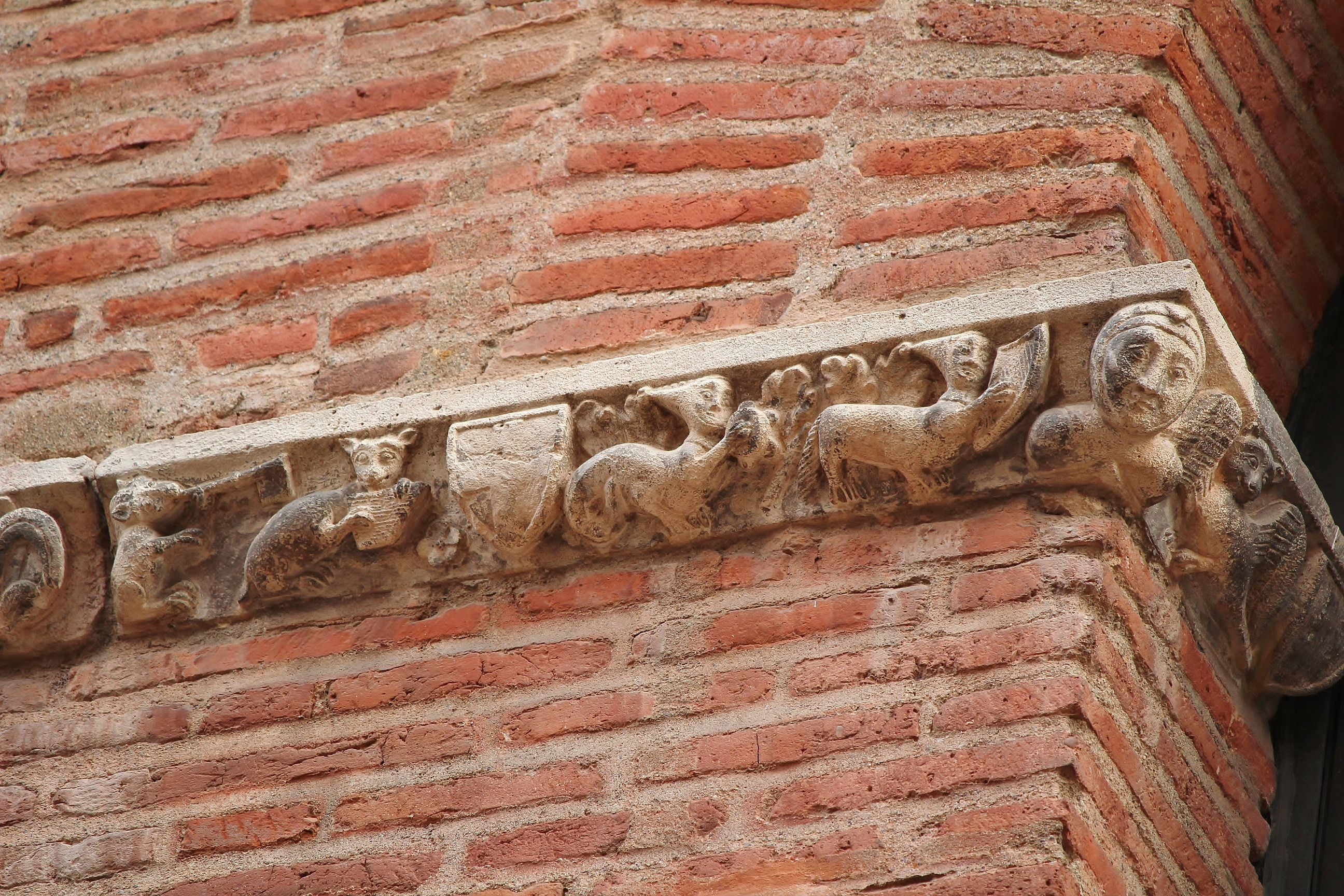
Scènes de musique.

### Les maisons à corondage
La plupart des propriétaires, pas assez fortunés pour posséder une maison complètement en brique, recouraient au pan de bois. Cette technique moins coûteuse, que l'on appelle corondage plutôt que colombage à Toulouse, permettait d'élever une maison à l'aide de poteaux et de poutres de chêne ou de pin. Le remplissage se faisait avec du torchis (corondage de paillebart), ou mieux : avec des briques (corondage de massécanat). Des maisons de cette sorte ont été bâties de la fin du Moyen Âge jusqu'au XVIIIe siècle, il en resterait environ deux cents dans la ville.

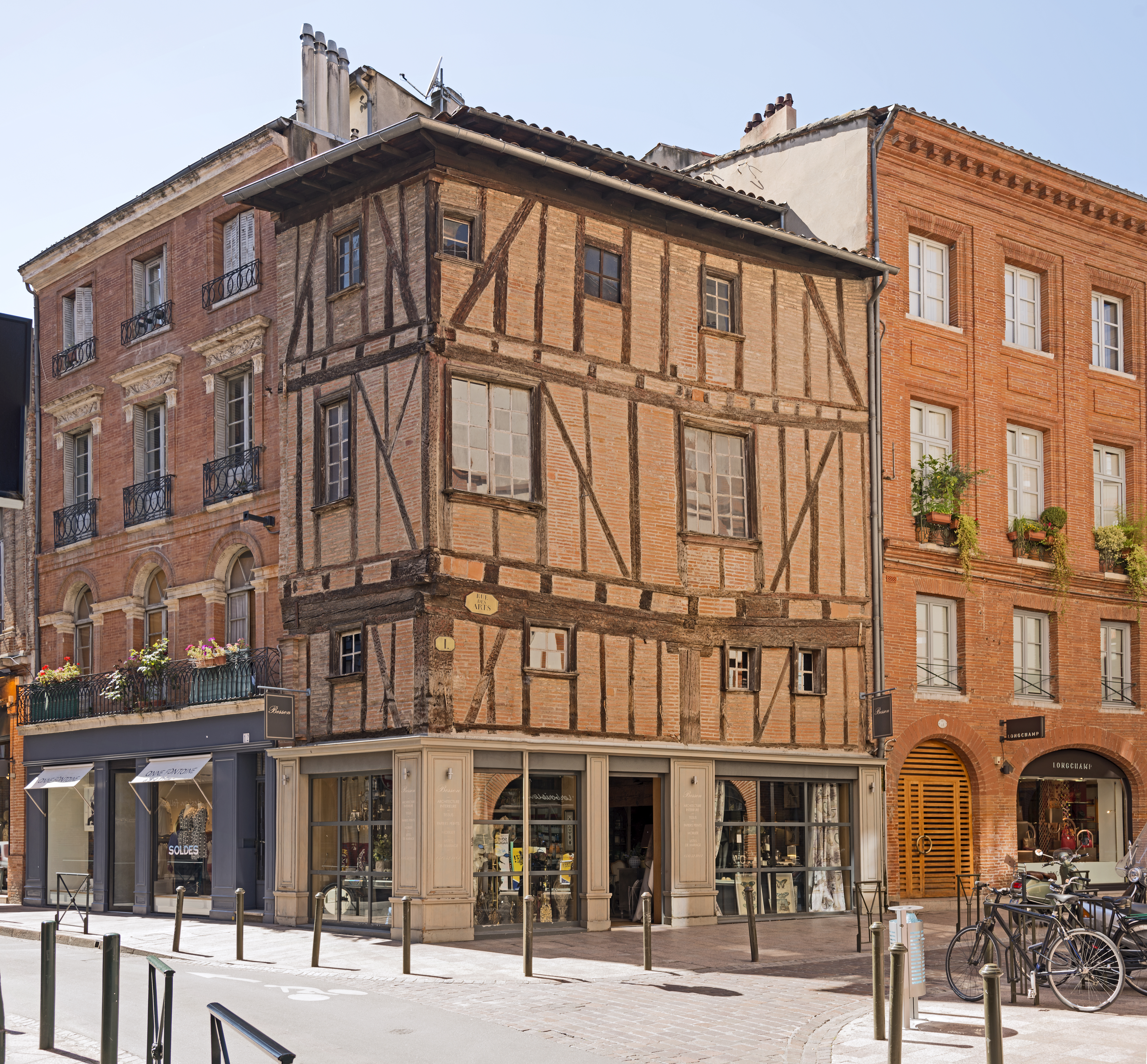
Maison à corondage de massécanat.
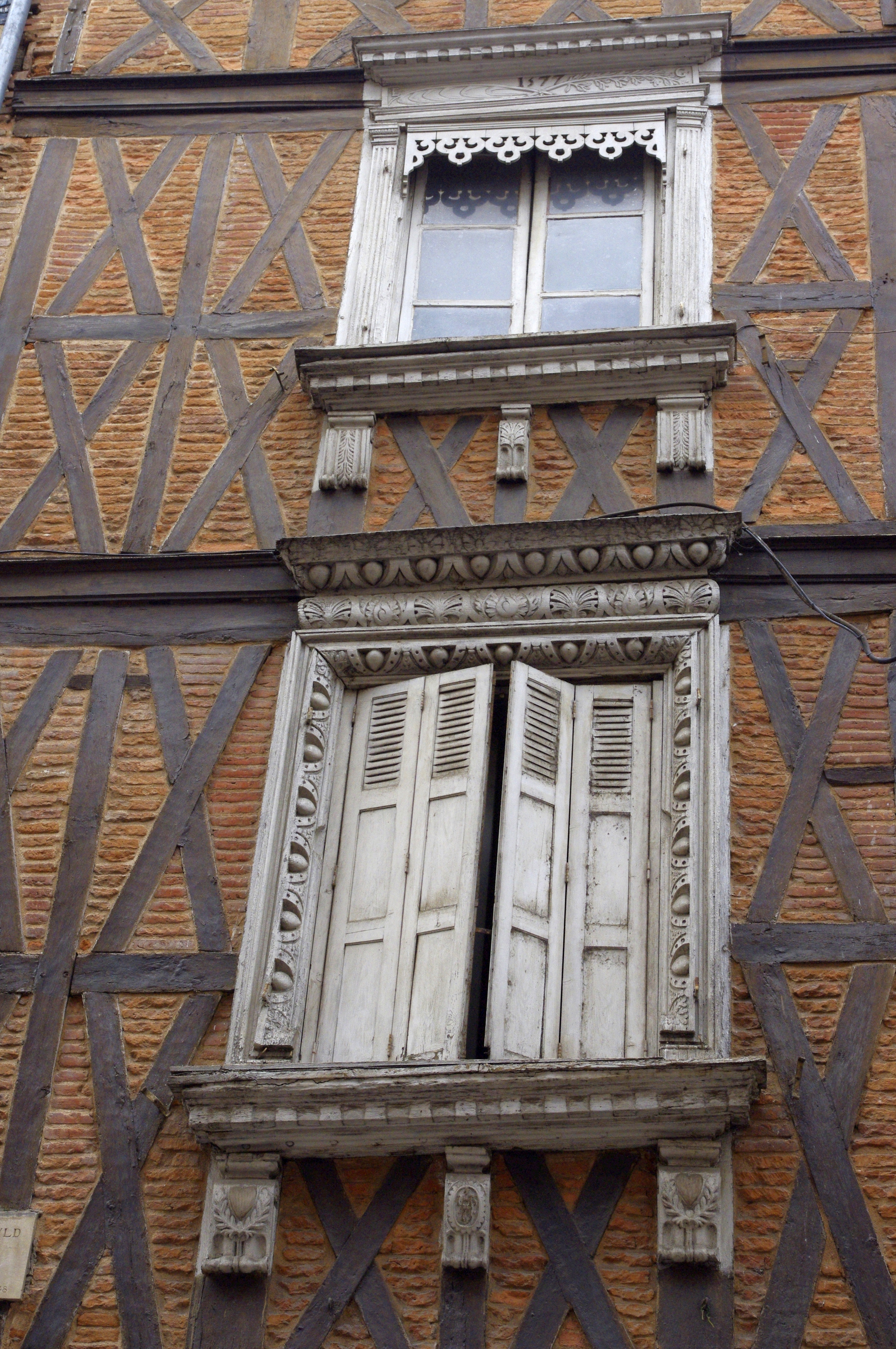
Détail d'un corondage de massécanat (bois et brique).
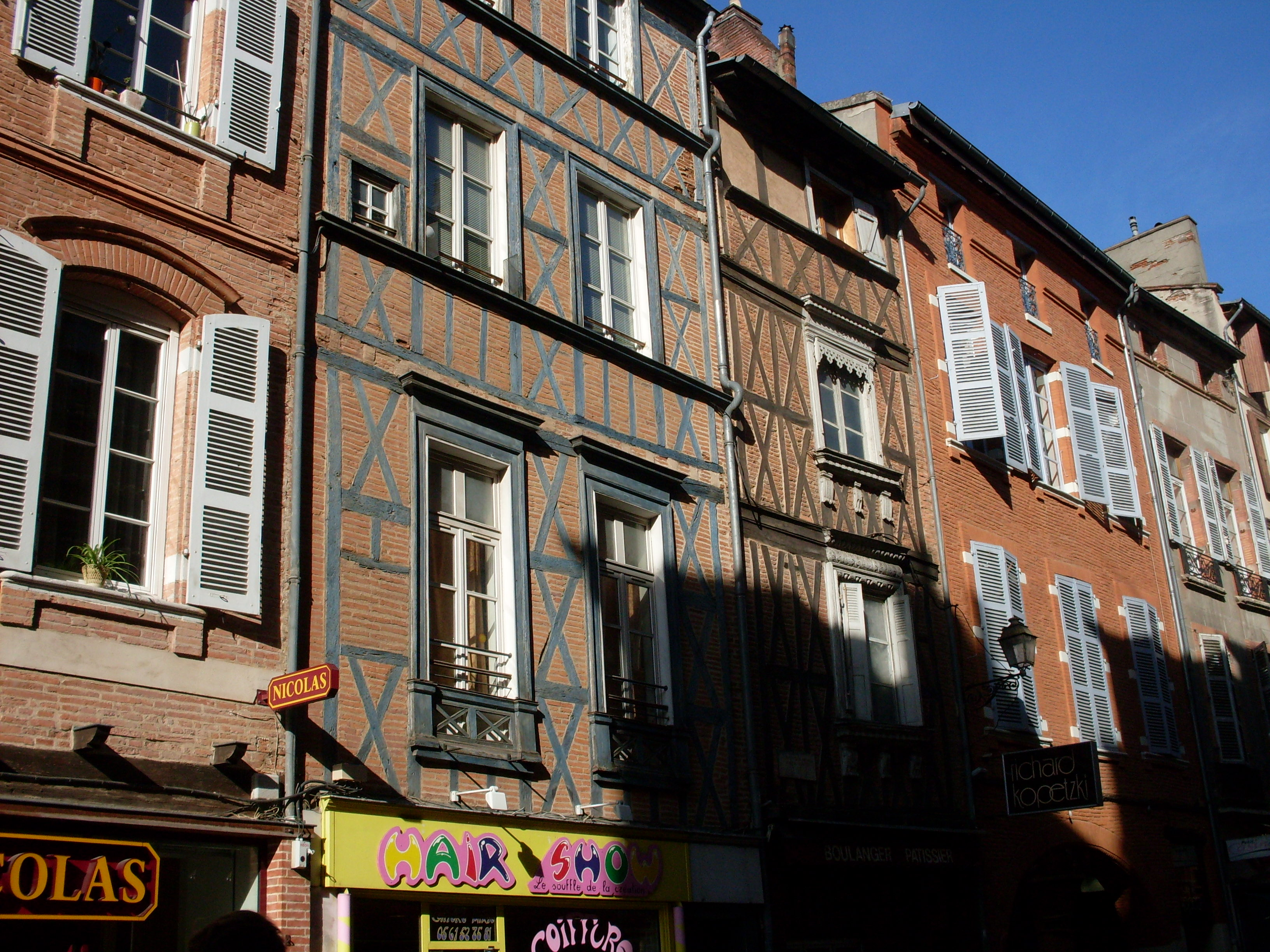
Corondage de massécanat.
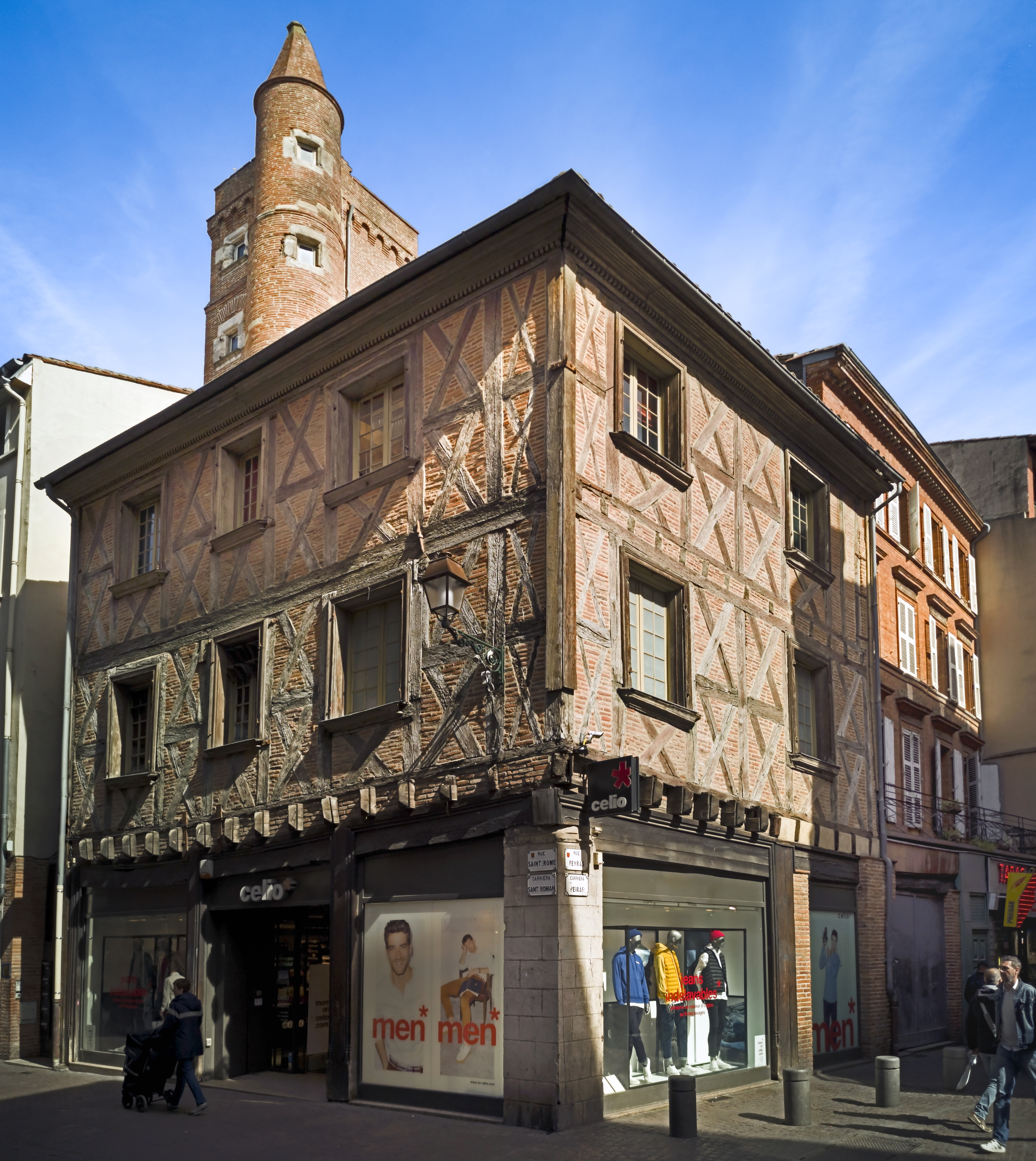
Maison et tour de Pierre de Serta (corondage de massécanat).
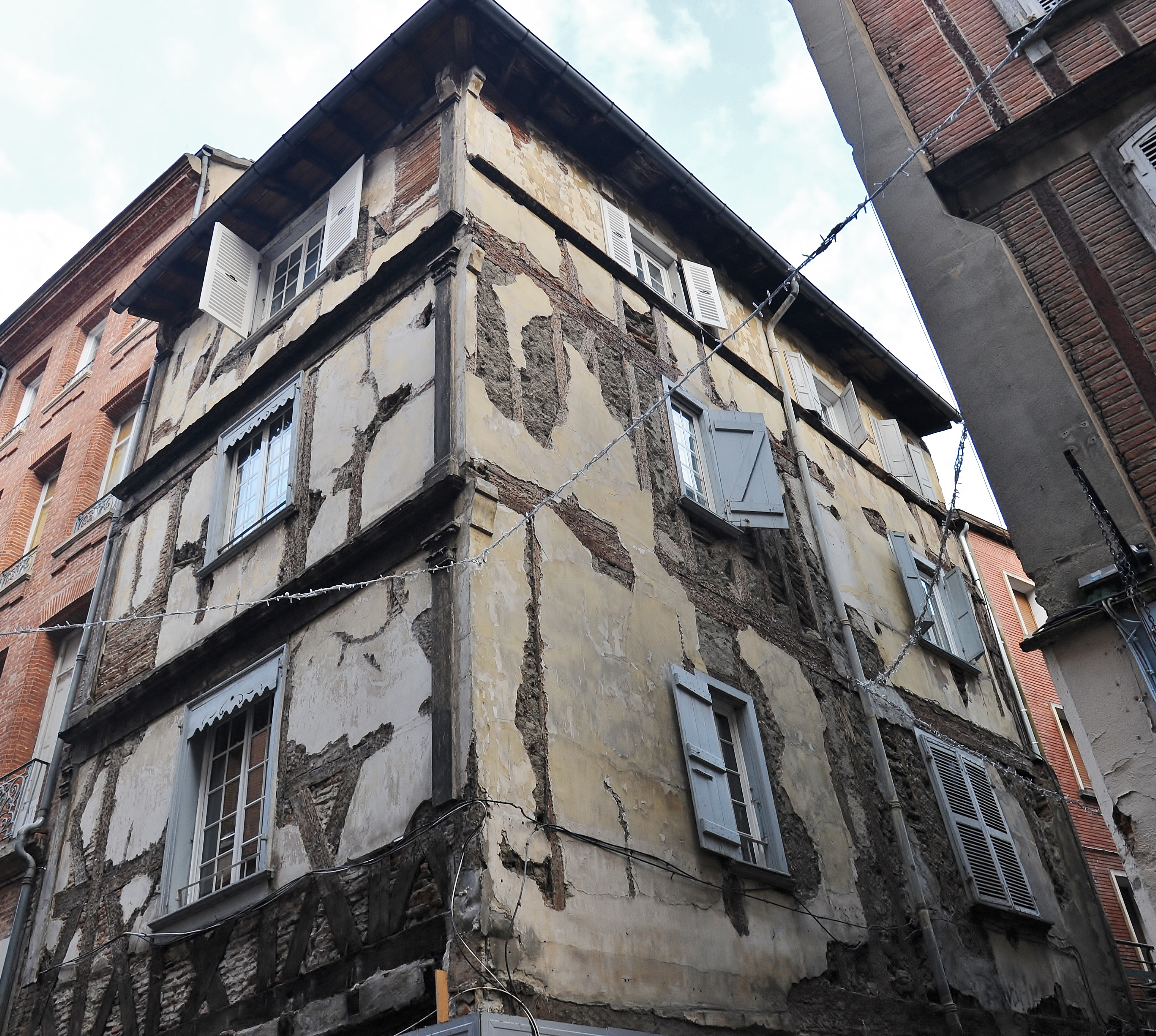
Maison à corondage de paillebart.
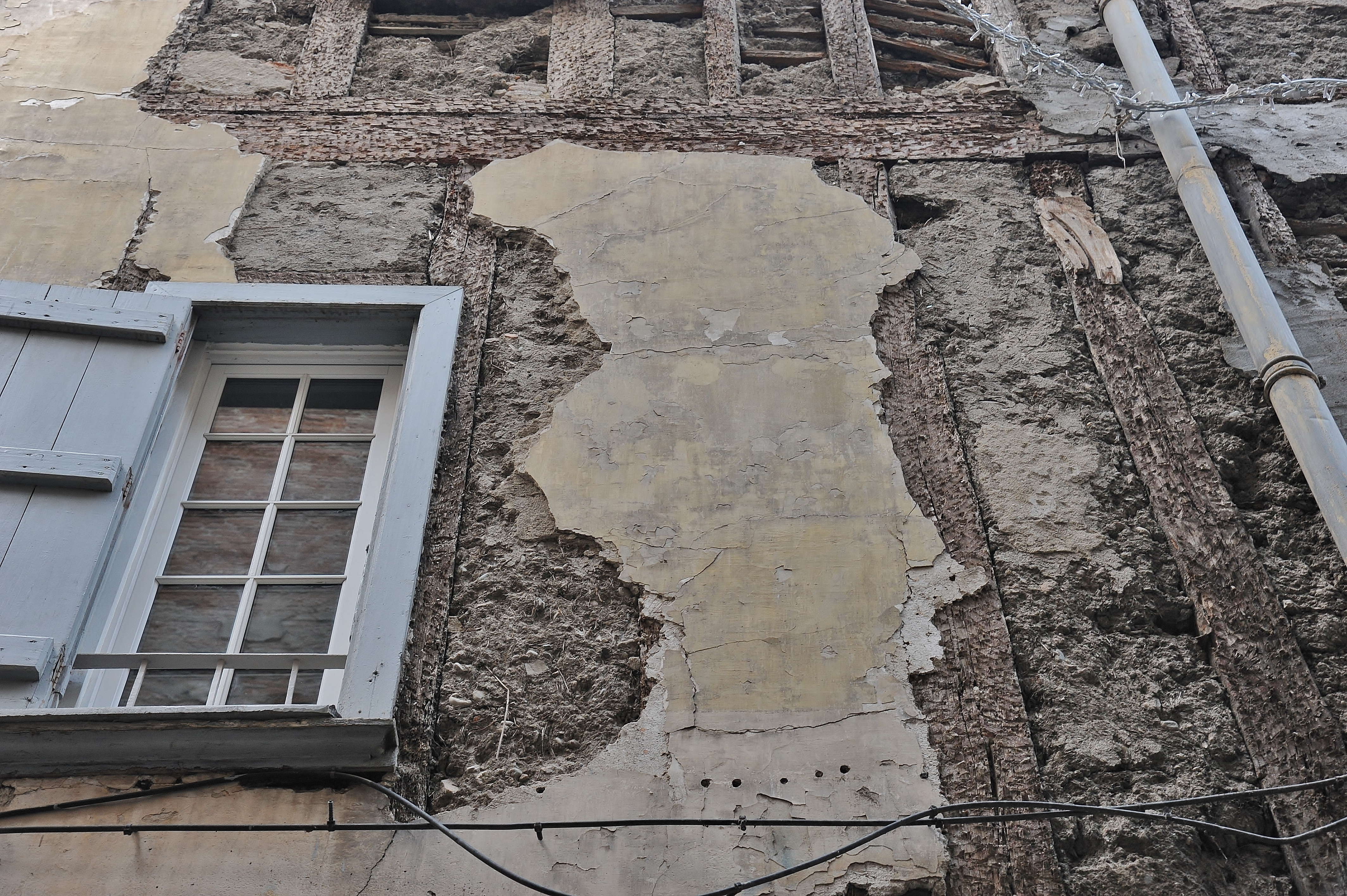
Détail d'un corondage de paillebart (bois et torchis).

## À la fin duXVesiècleet au début duXVIesiècle: les premiers hôtels particuliers gothiques
En 1463 un redoutable incendie ravagea tout le centre de Toulouse, dont notamment le quartier marchand, amenant le roi Louis XI a exempter la ville de tailles pour cent ans afin de lui permettre de se relever. Cette dévastation eut également deux conséquences importantes pour le bâti toulousain des décennies suivantes : elle conduisit les capitouls à établir des règlements visant à généraliser l'usage de la brique, plus résistante au feu que le bois et le torchis, et elle provoqua une réorganisation du parcellaire en favorisant l'achat de terrains par de riches propriétaires qui pouvaient ainsi plus facilement se faire bâtir de grandes demeures en plein centre. 
C'est aussi vers cette époque que le commerce du pastel prit son essor en pays toulousain, attirant dans la ville d'entreprenants marchands souvent venus d'autres horizons (du Rouergue pour Assézat, d'Espagne pour Bernuy...). Enfin en 1443 le roi Charles VII avait créé à Toulouse le deuxième parlement de France après celui de Paris. Cette cour qui jugeait en dernier ressort les affaires d'une vaste partie du Midi de la France, du Rhône à la Bigorre, allait entretenir jusqu'à la Révolution une noblesse de robe soucieuse de se faire bâtir de riches demeures. 
Si l'effet de ces facteurs de dynamisme se fit sentir dès la fin du XVe siècle, c'est toutefois au XVIe siècle qu'il fut le plus important, entraînant une transformation radicale de l'urbanisme toulousain dont le symbole n'est autre que les nombreux hôtels particuliers édifiés à cette époque.
Il est rare que les premiers hôtels particuliers de Toulouse aient conservé autre chose que leur tour d'escalier, souvent improprement appelée « tour capitulaire » car la légende veut que ces tours aient été réservées à titre distinctif aux capitouls, édiles de la ville, alors qu'en réalité il s'en faisait de cette sorte partout en Europe et que nombre d'entre elles ont été bâties par des parlementaires ou par des marchands non capitouls. Généralement placées dans un angle de la cour intérieure, les tours d'escalier desservaient deux corps de logis en équerre dont la plupart ont disparu, remplacés par des bâtiments plus récents. Il n'est ainsi pas rare de voir des hôtels particuliers ou des immeubles des XVIIe, XVIIIe et XIXe siècles équipés d'une tour d'escalier du XVe siècle ou du  XVIe siècle qui continue à desservir leurs étages. 
La plupart de ces tours de style gothique ont été bâties de 1470 à 1530 et certaines d'entre elles, plus hautes qu'il n'est strictement nécessaire pour desservir les étages, sont parfois qualifiées de « tours d'orgueil ». Ce qualificatif est toutefois sujet à débat car les tours toulousaines restent loin des hauteurs atteintes à San Gimignano ou à Bologne, cependant l'exemple de la tour de Bernuy que son commanditaire voulait « aussi haute que celle de Monsieur le procureur du roi » témoigne d'une véritable compétition sociale.

### Les tours d'escalier de style gothique
Plus d'une trentaine de ces tours d'escalier gothiques existent encore,, parfois très remaniées, alors que l'hôtel gothique dont elles faisaient partie n'existe généralement plus. Parmi les mieux conservées ou les plus emblématiques citons la tour de Serta (1529), la tour de Boysson (1515) à ne pas confondre avec son homonyme de l'hôtel Boysson-Cheverry de la fin du XVe siècle, la tour de Bruni (1510), la tour Ysalguier datée du XIVe siècle, la tour d'Olmières (1503 ou 1521), la tour de Séguy (1477), la tour de Noël Rolle (1478), la tour de Carreri (1483), la tour Delcros-Lancefoc (fin XVe siècle), la tour de Reynier (1502), la tour de Béringuier-Bonnefoy (1513)...

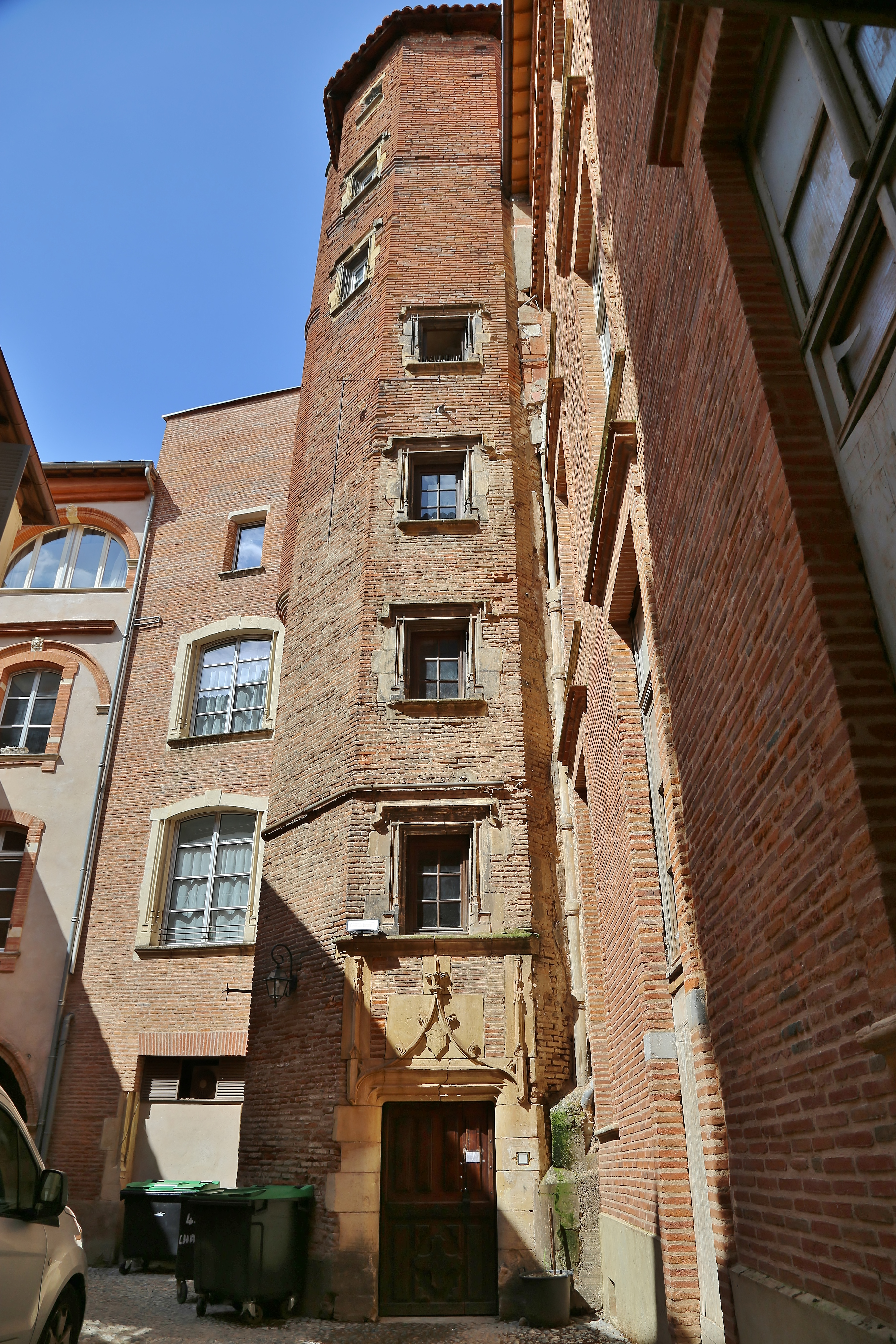
Tour de Séguy.
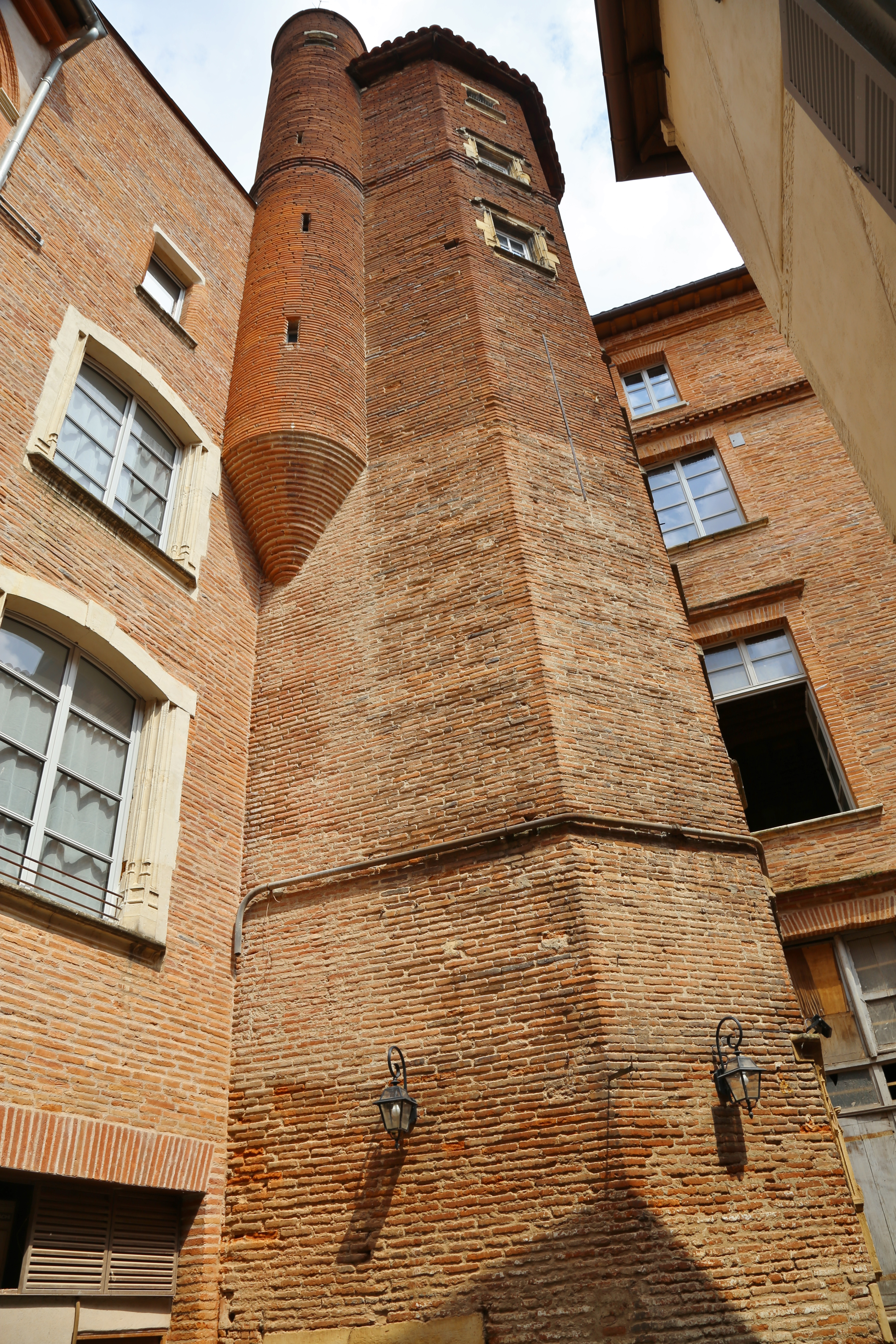
La tour de Séguy et sa tourelle.
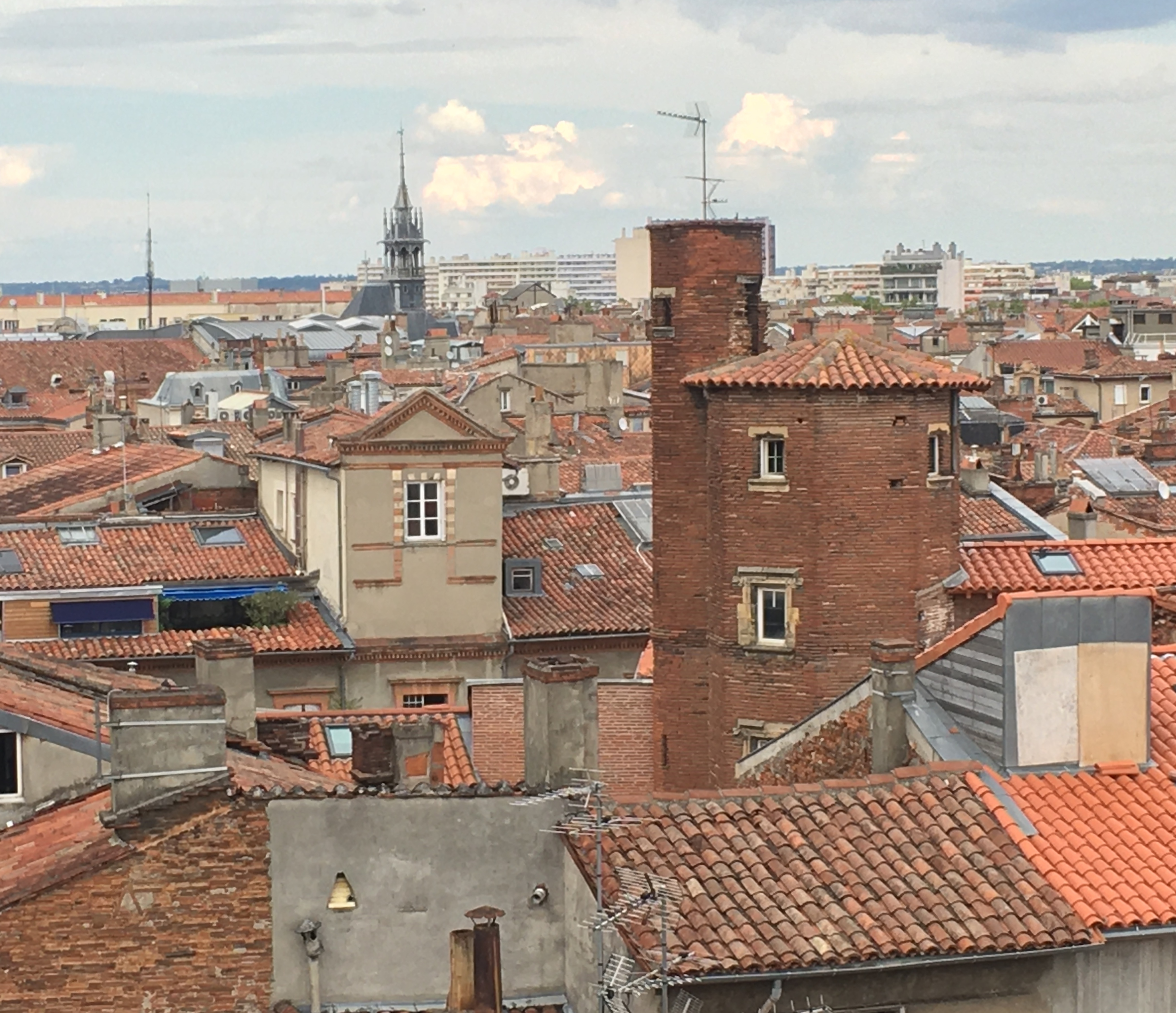
La tour de Séguy au-dessus des toits.
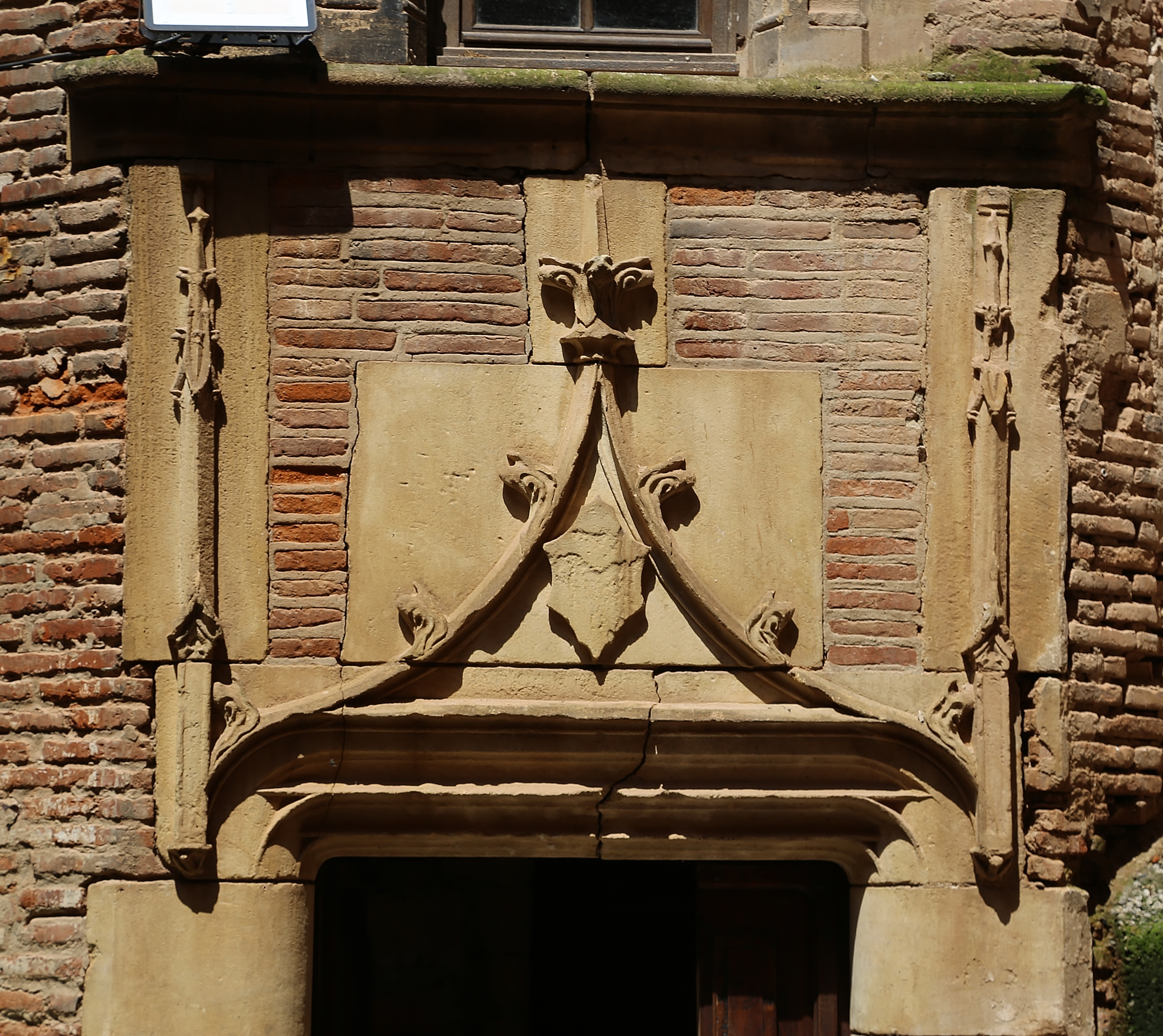
Tour de Séguy, décor de la porte.
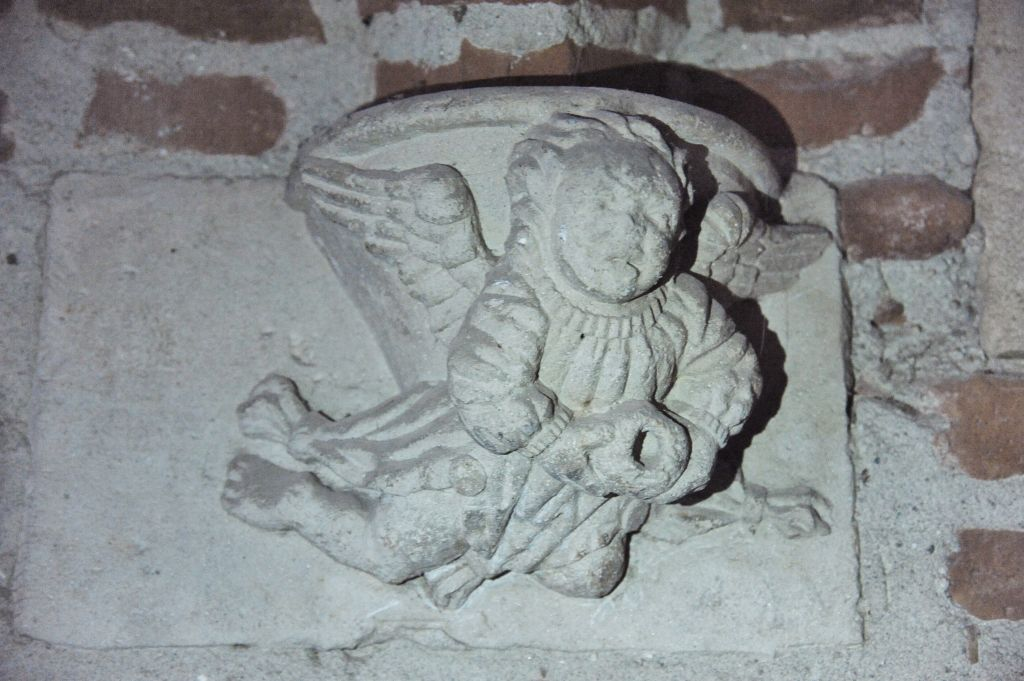
Culot sculpté à la tour de Séguy.
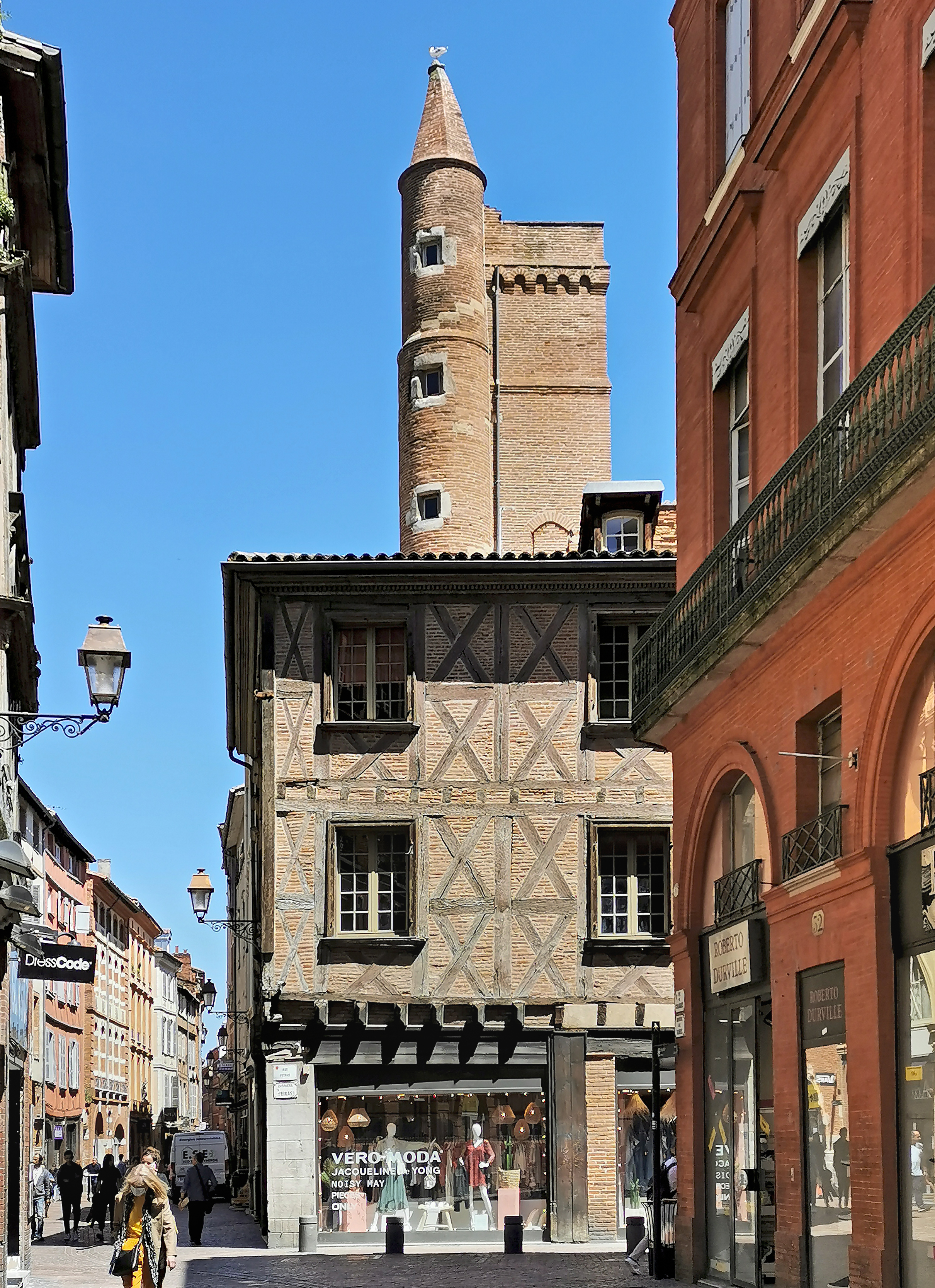
Tour de Serta.
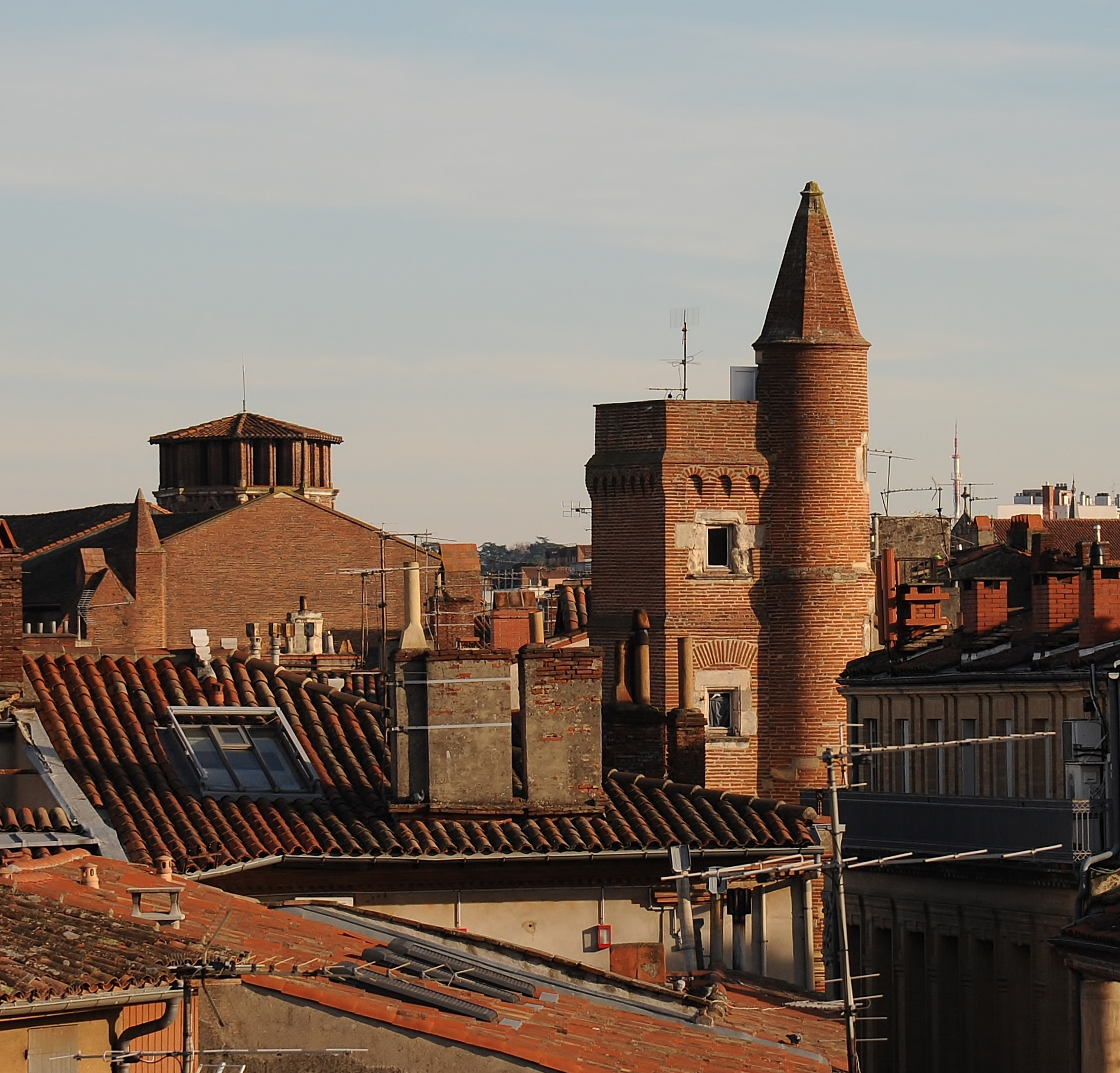
Sommet de la tour de Serta.
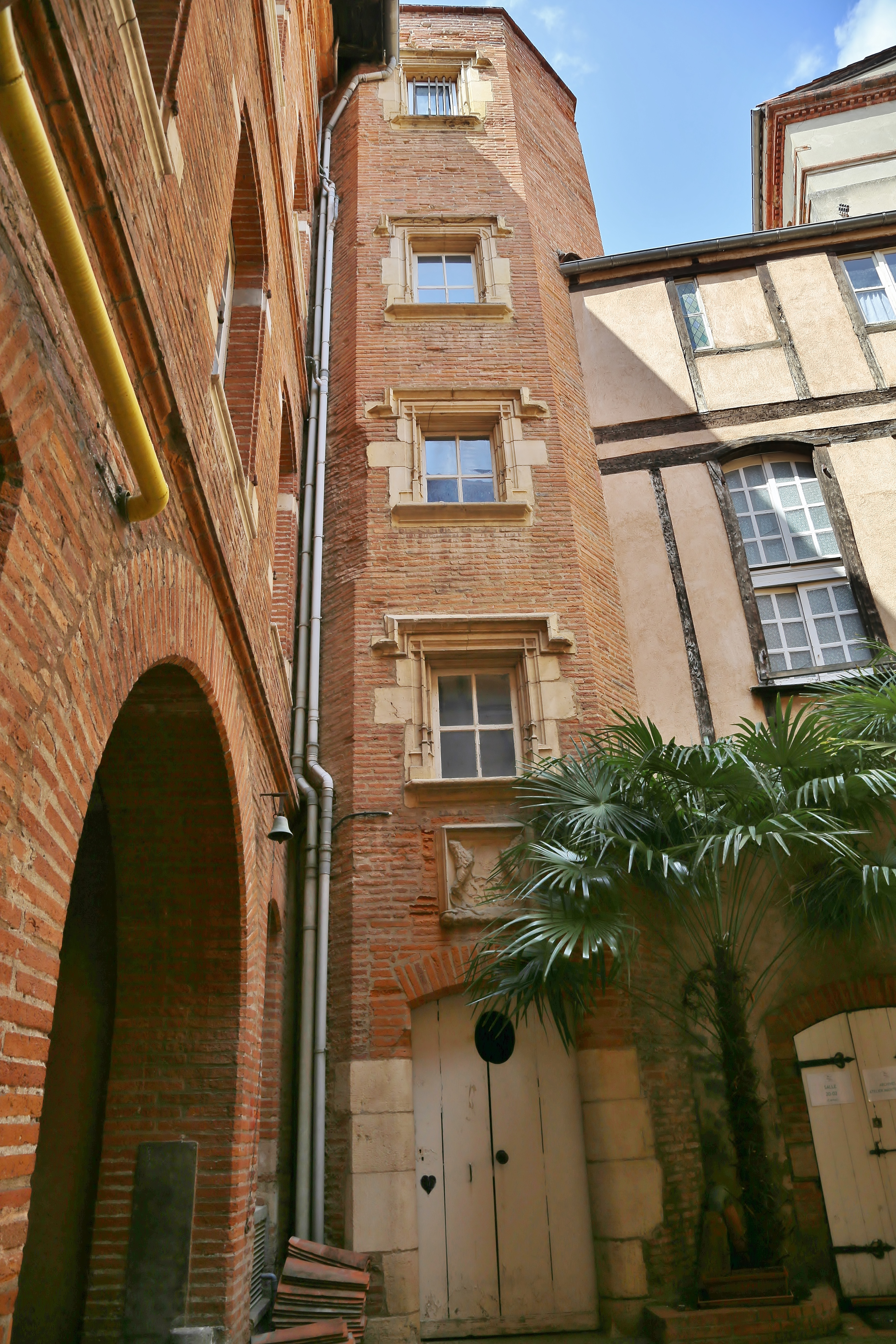
Tour de Reynier.
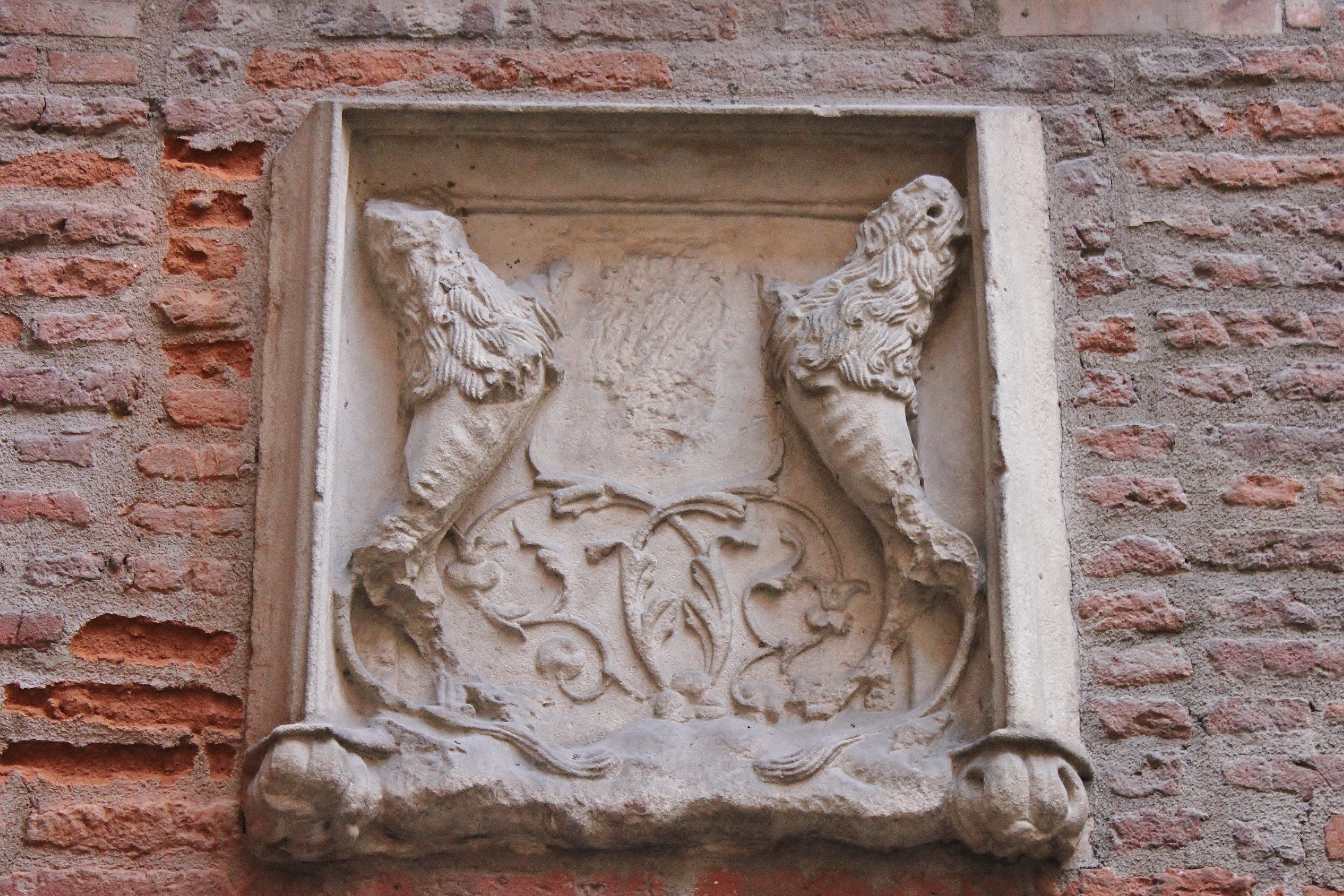
Décor de la porte de la tour de Reynier.
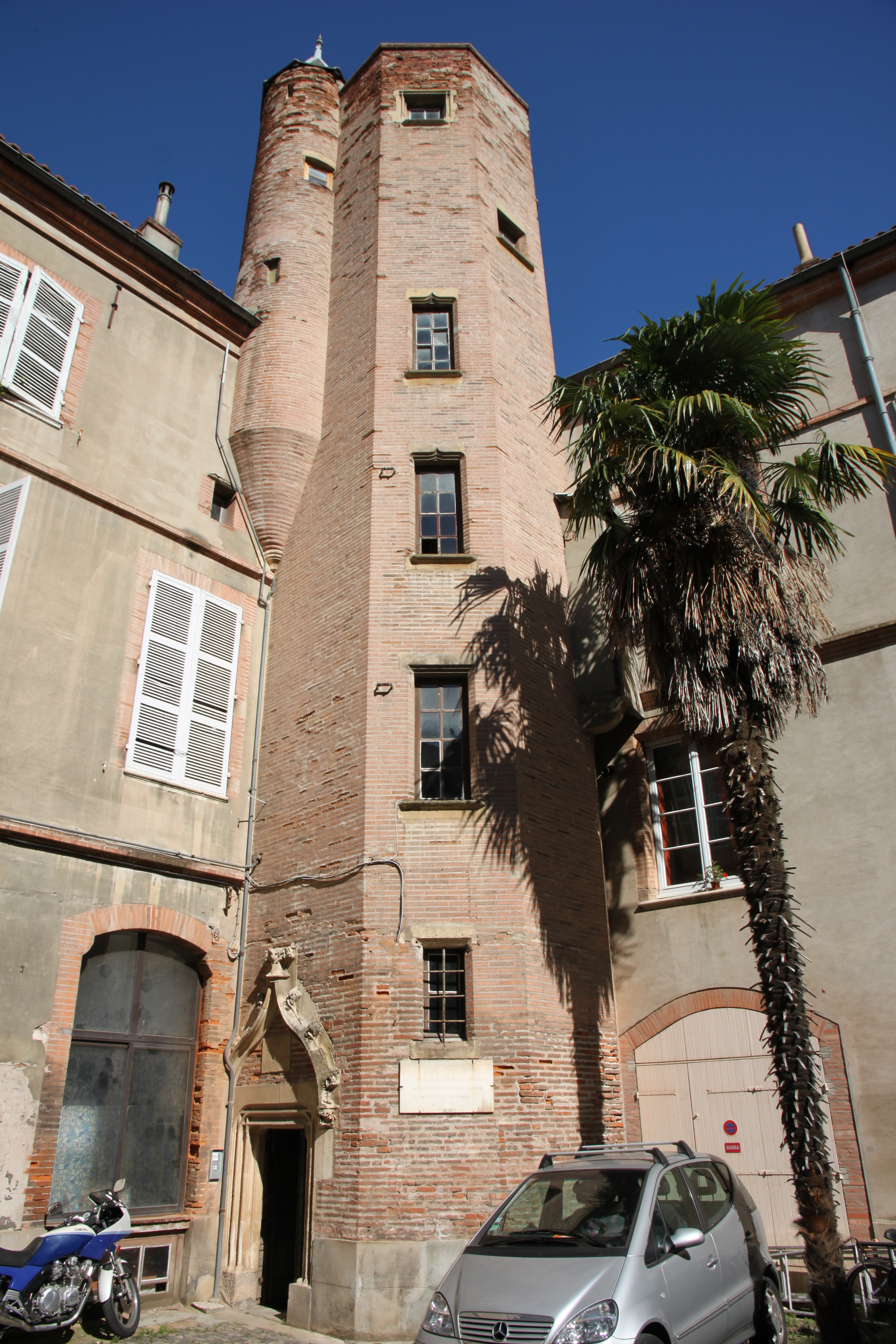
Tour de Carreri.
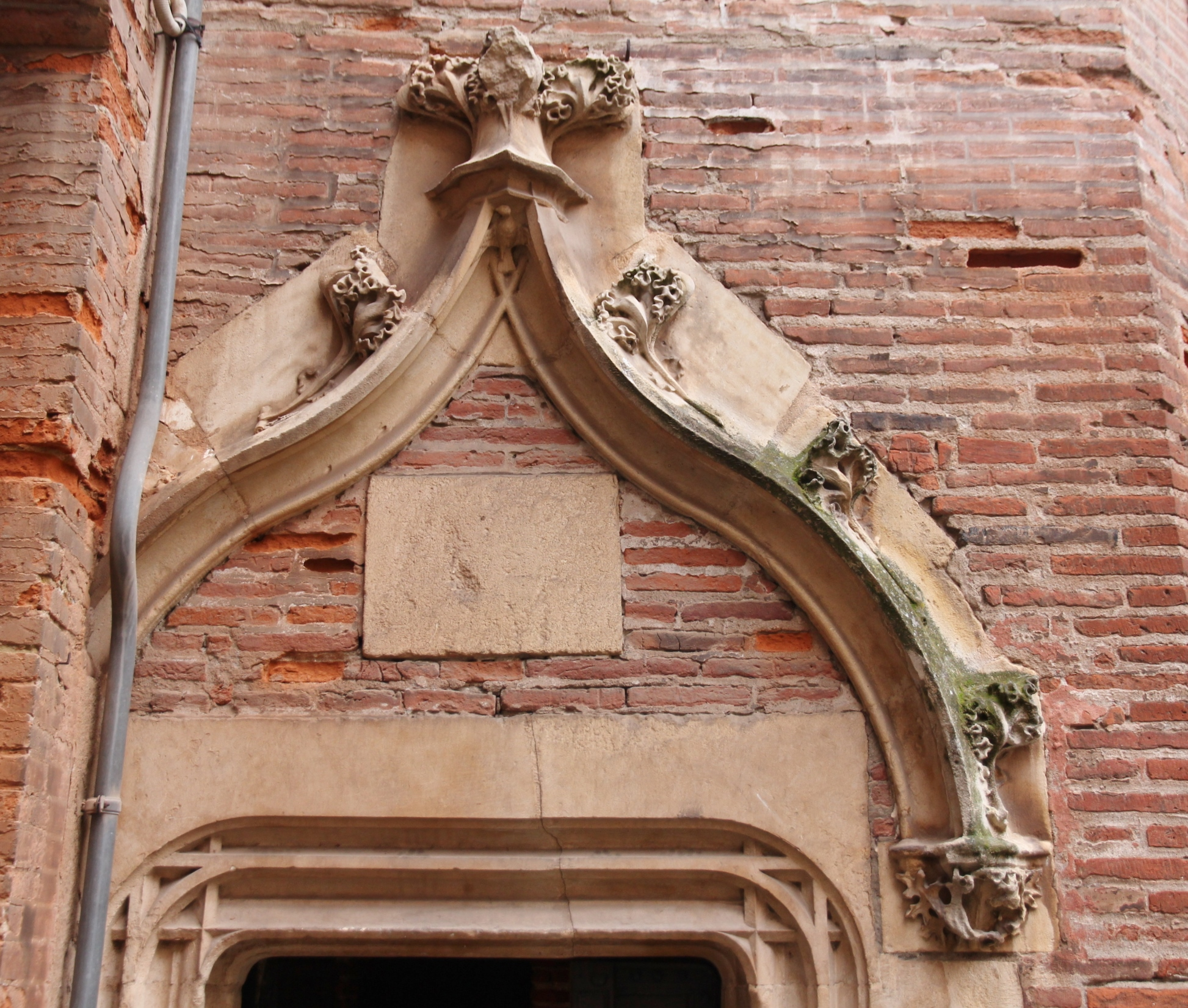
Tour de Carreri : accolade sculptée au-dessus de la porte.
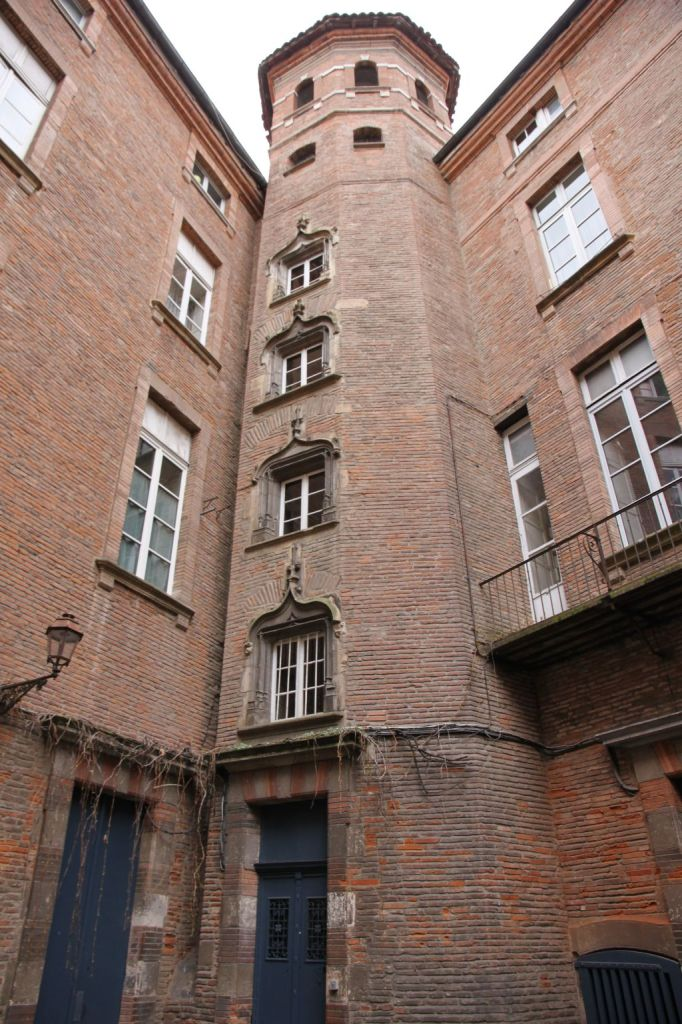
Tour d'Olmières.
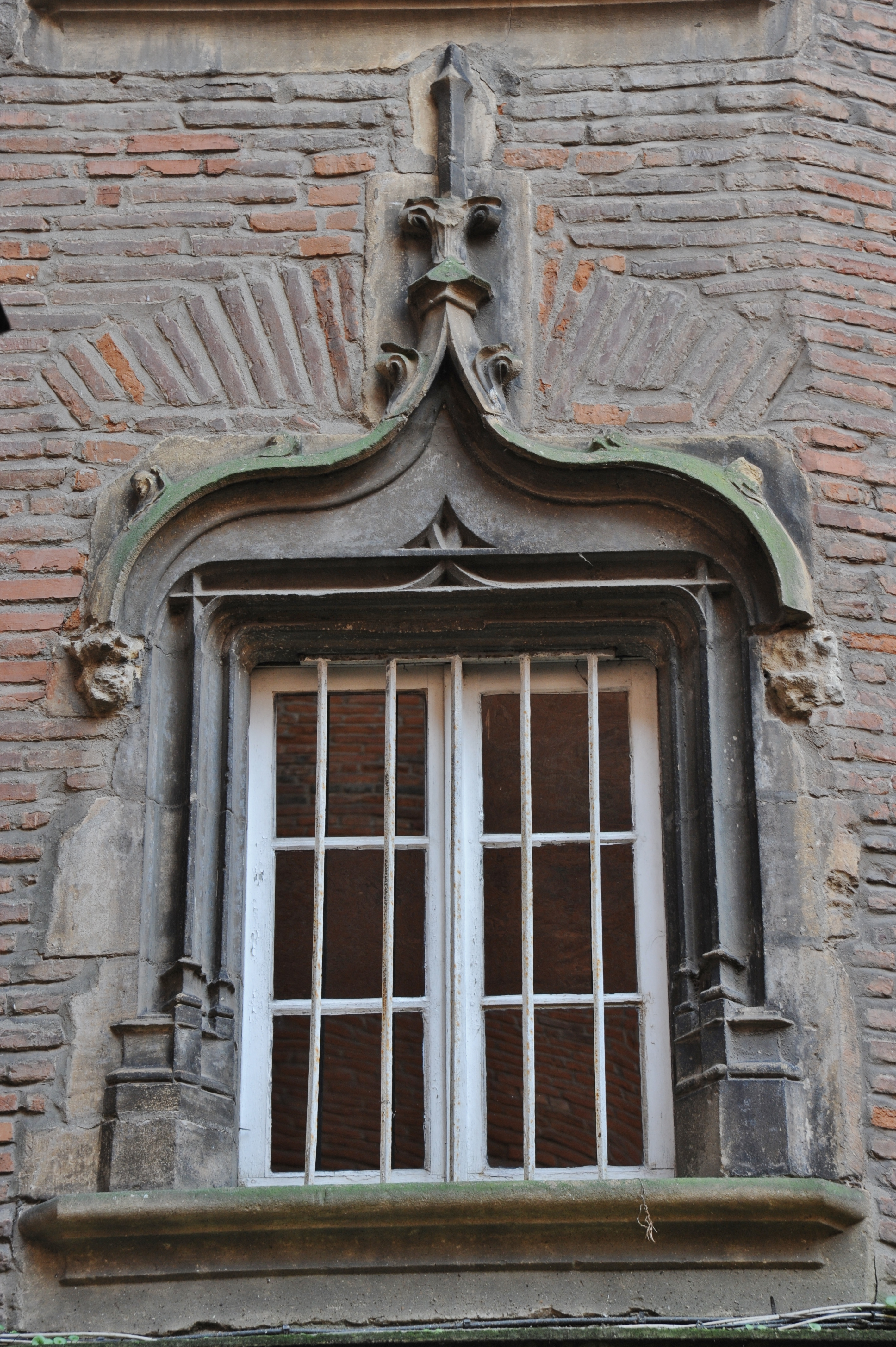
Fenêtre gothique de la tour d'Olmières.
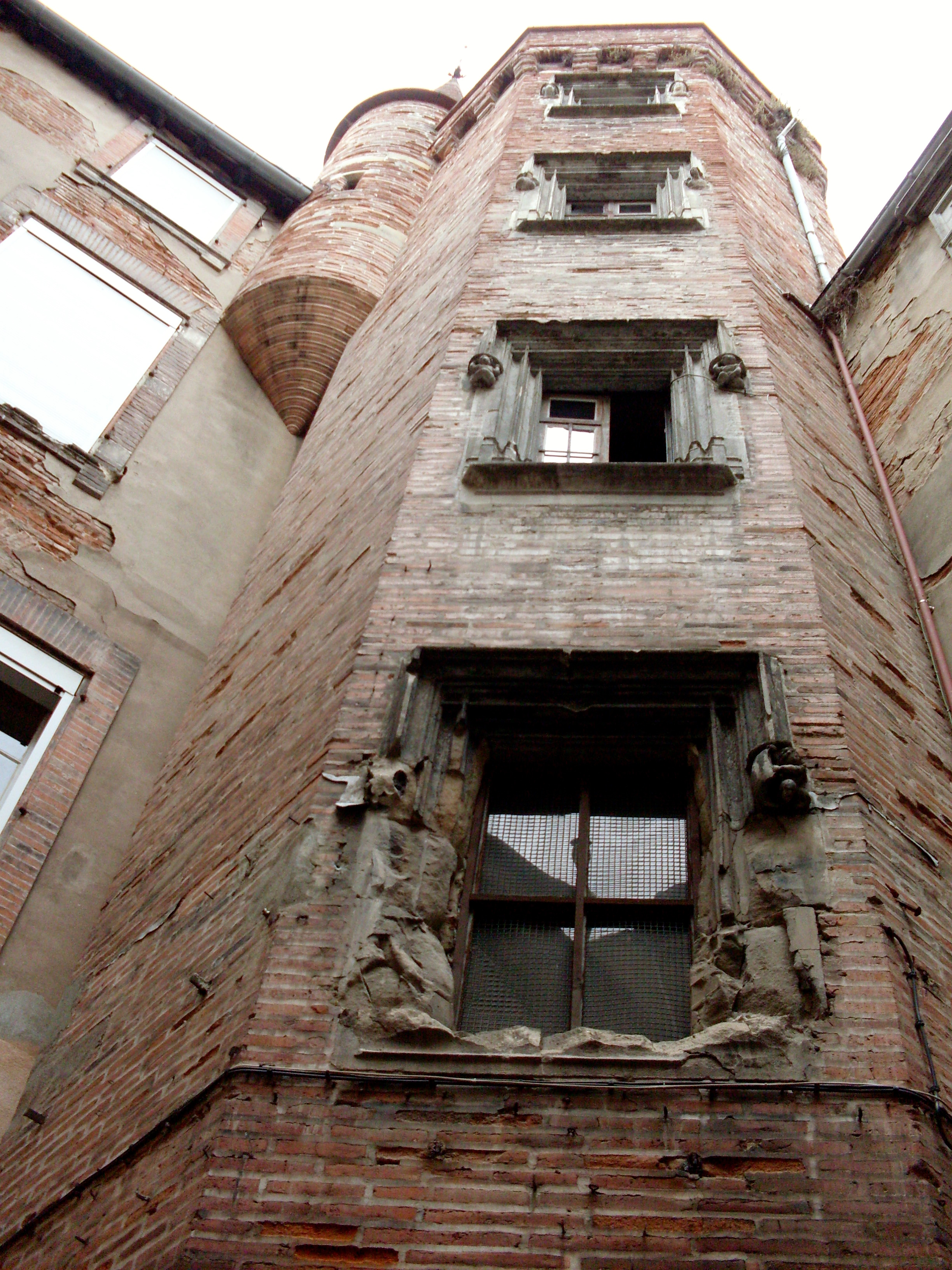
Tour de Delpech.
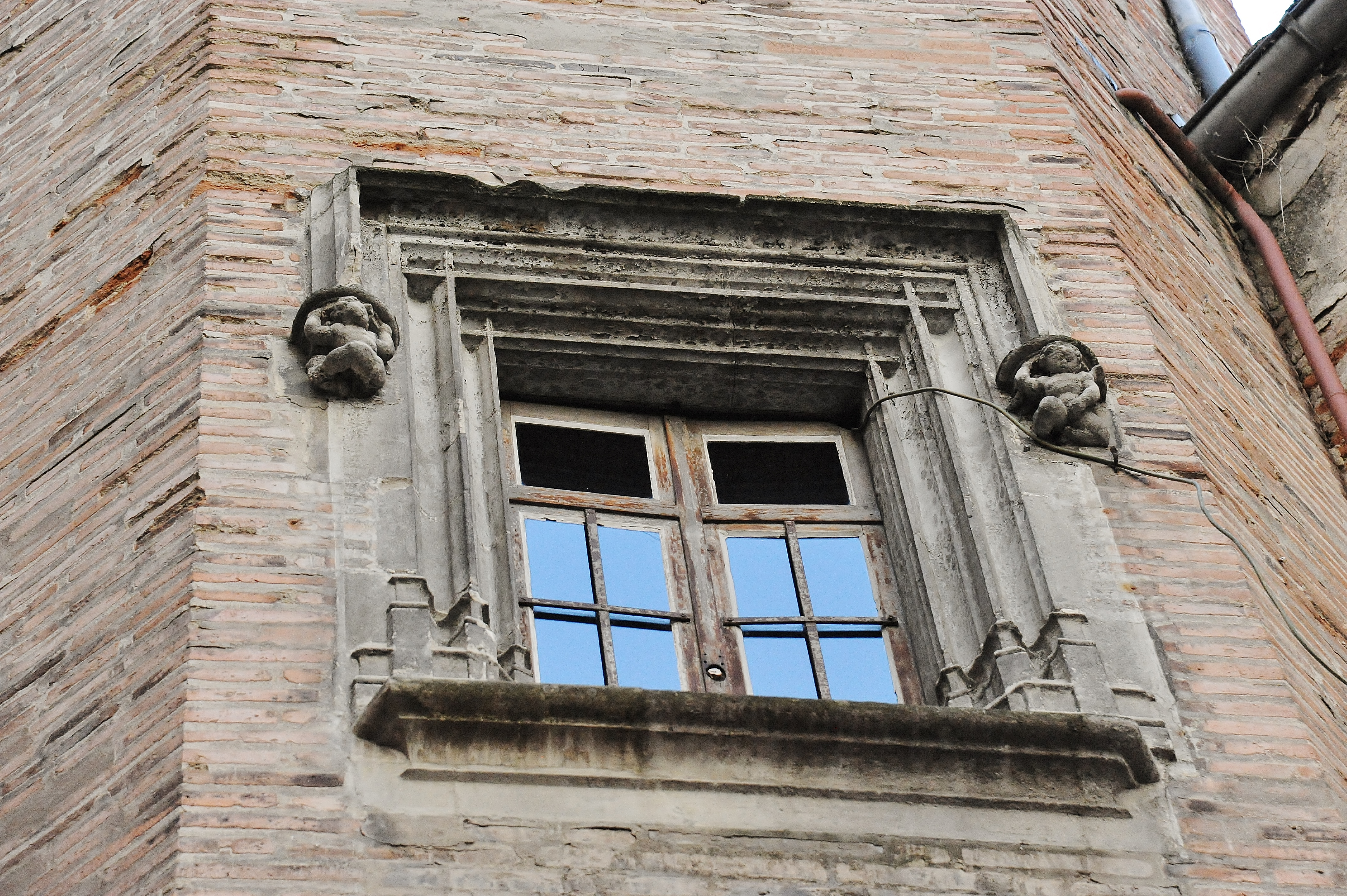
Fenêtre gothique sur la tour de Delpech.
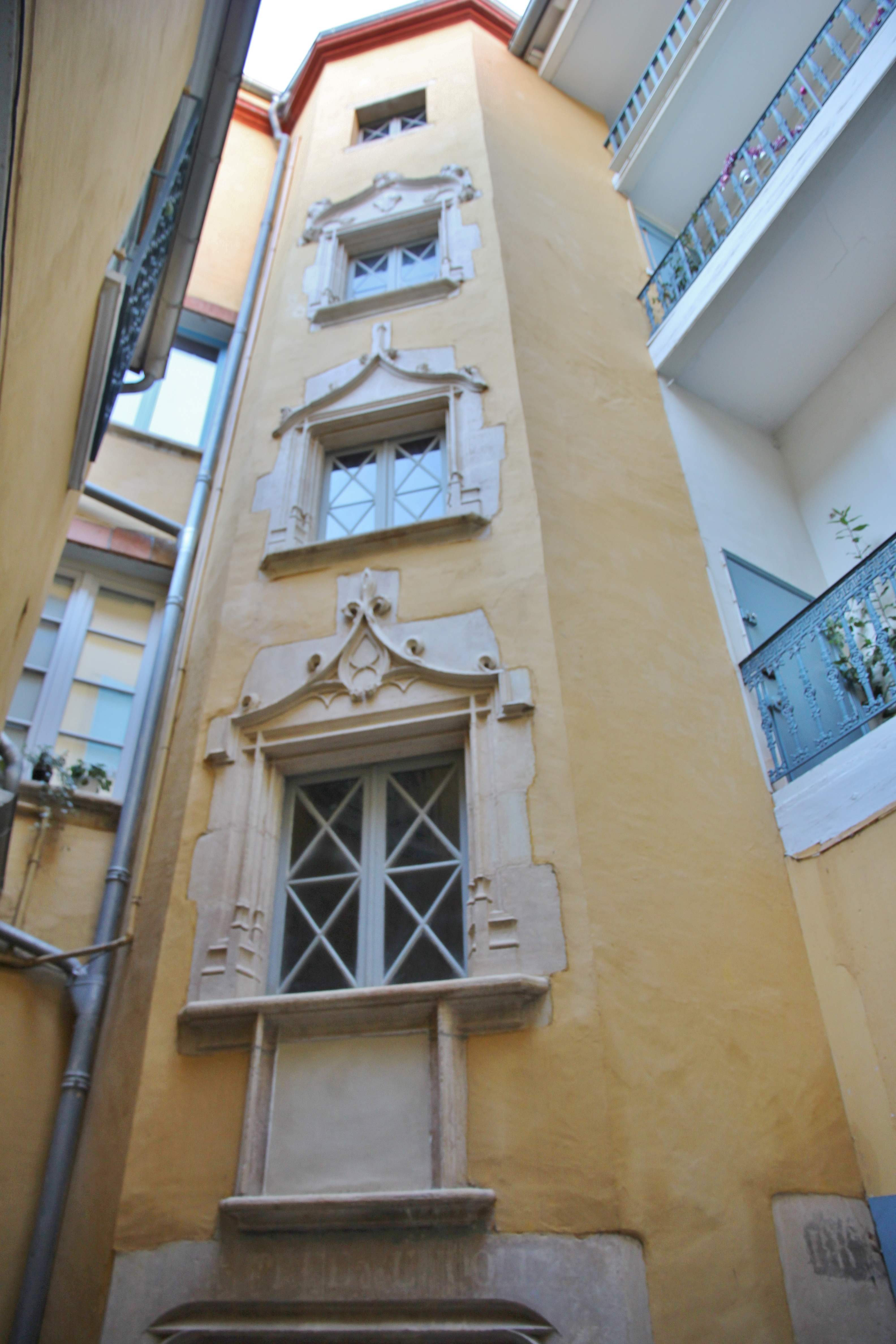
Tour de Bruni.
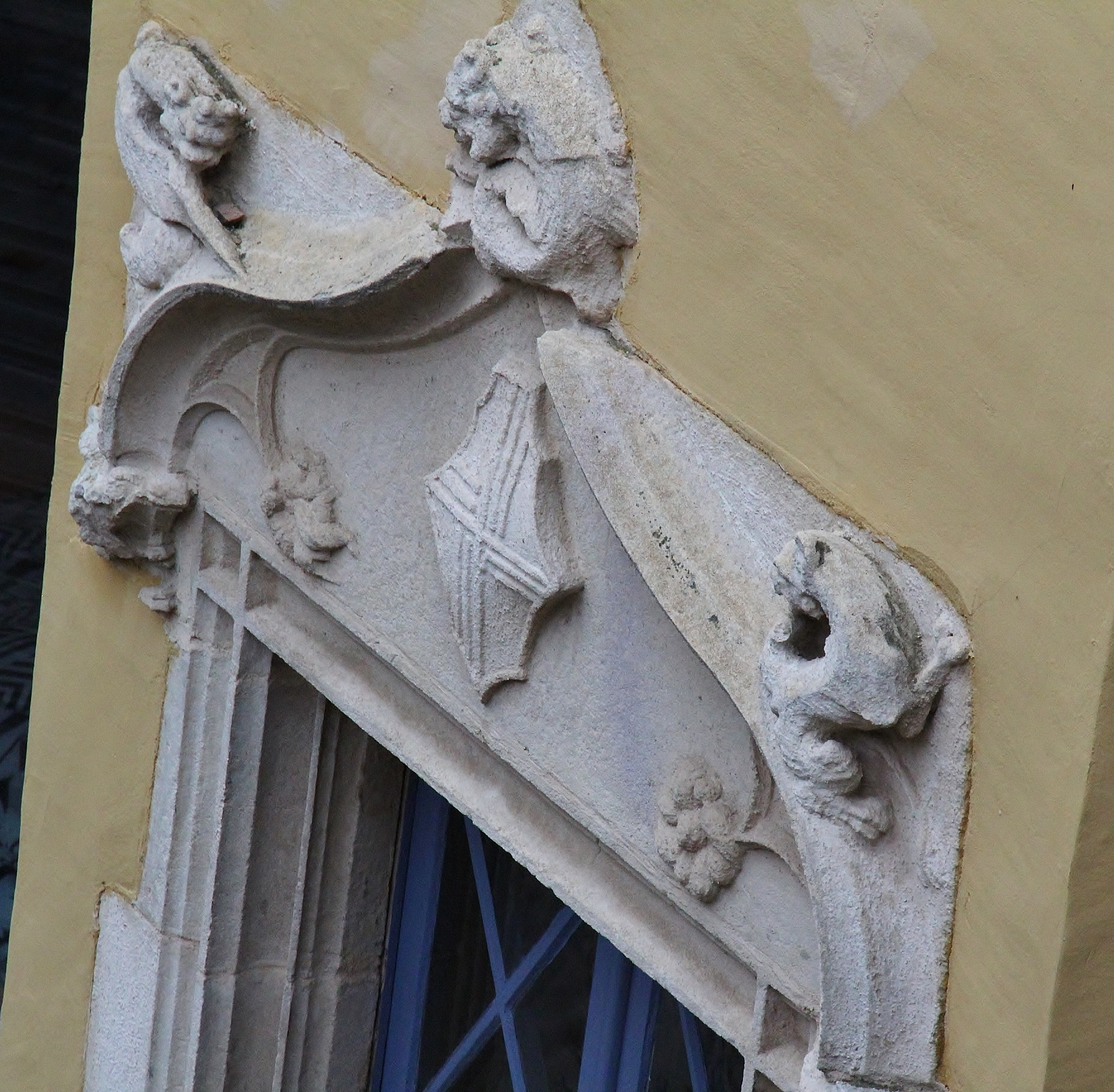
Tour de Bruni, décor de fenêtre.
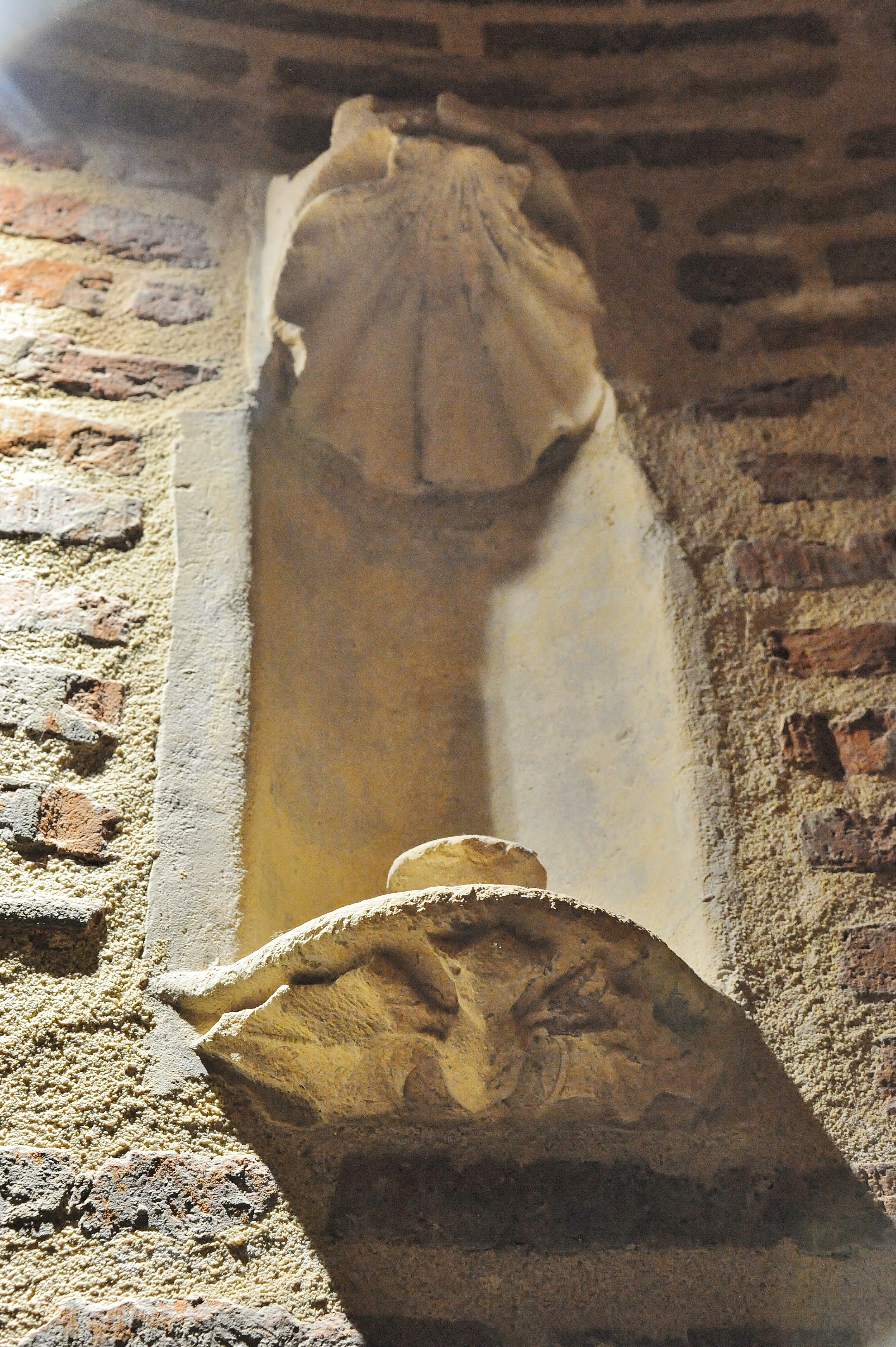
Tour de Bruni : niche à luminaire dans l'escalier, avec chauve-souris sculptée sur le cul-de-lampe.
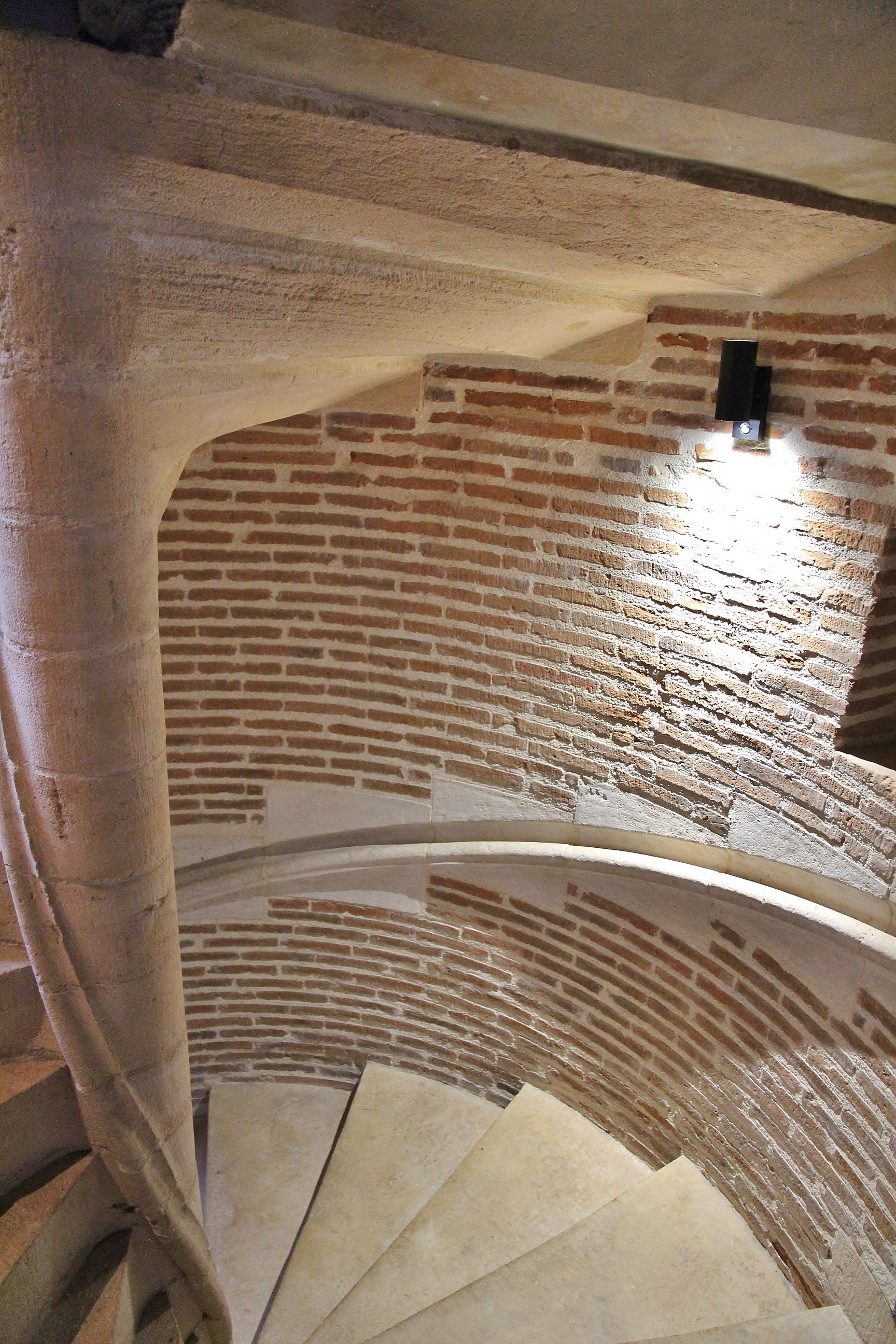
Tour de Bruni : escalier en vis typique.
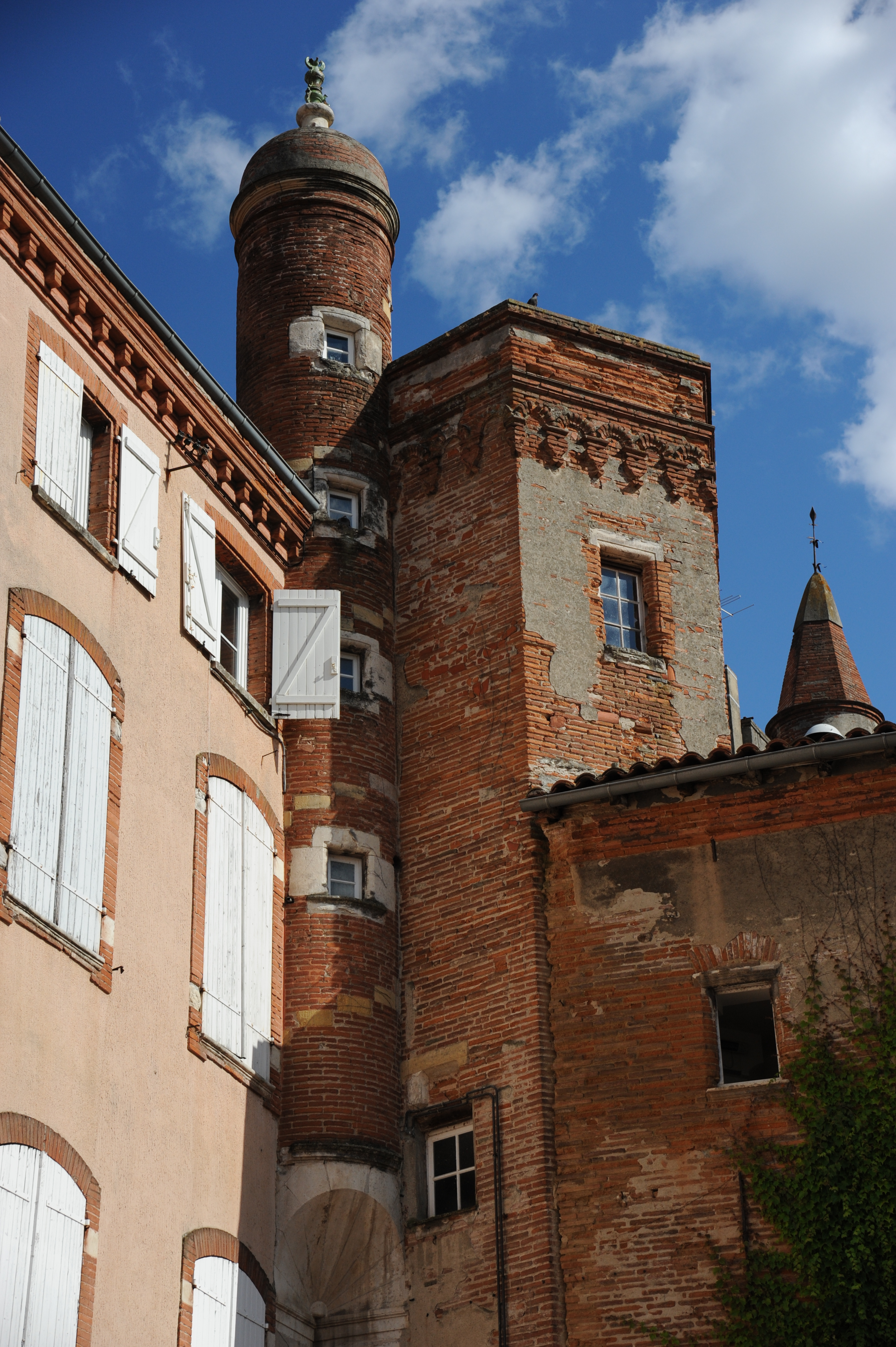
Tour de Boysson.
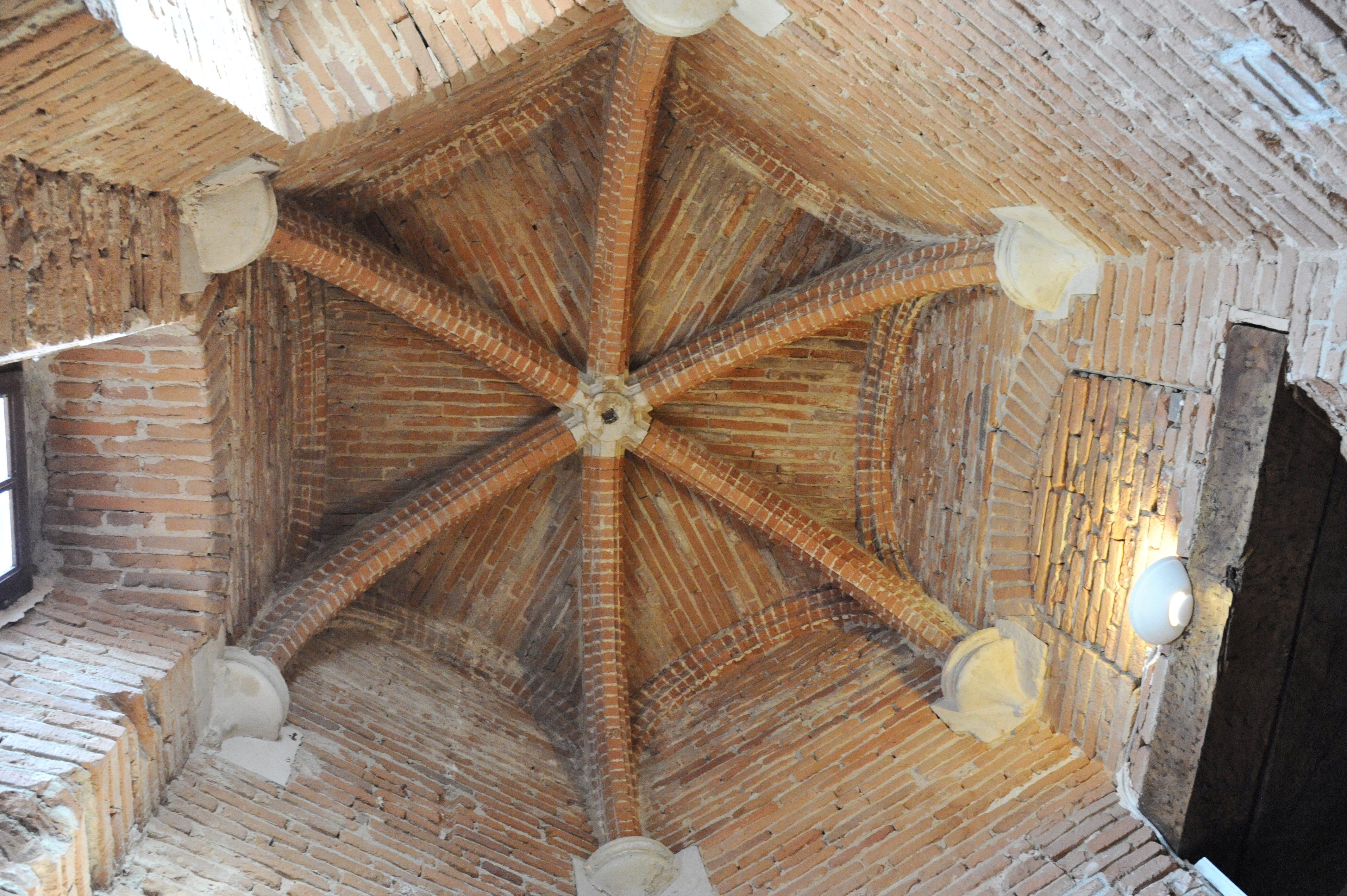
Tour de Boysson, voûte soutenant la terrasse.
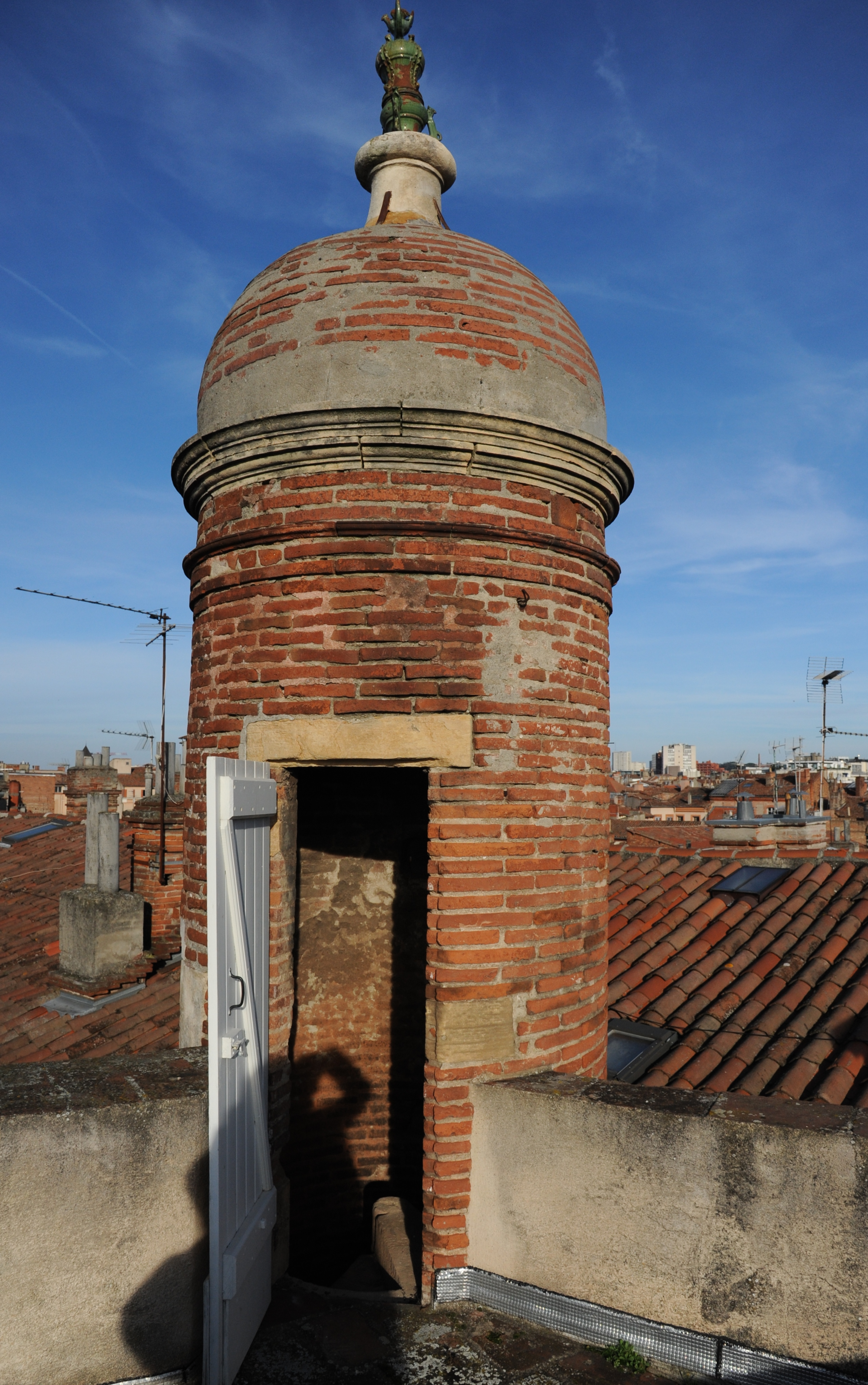
Tour de Boysson, tourelle d'accès à la terrasse.
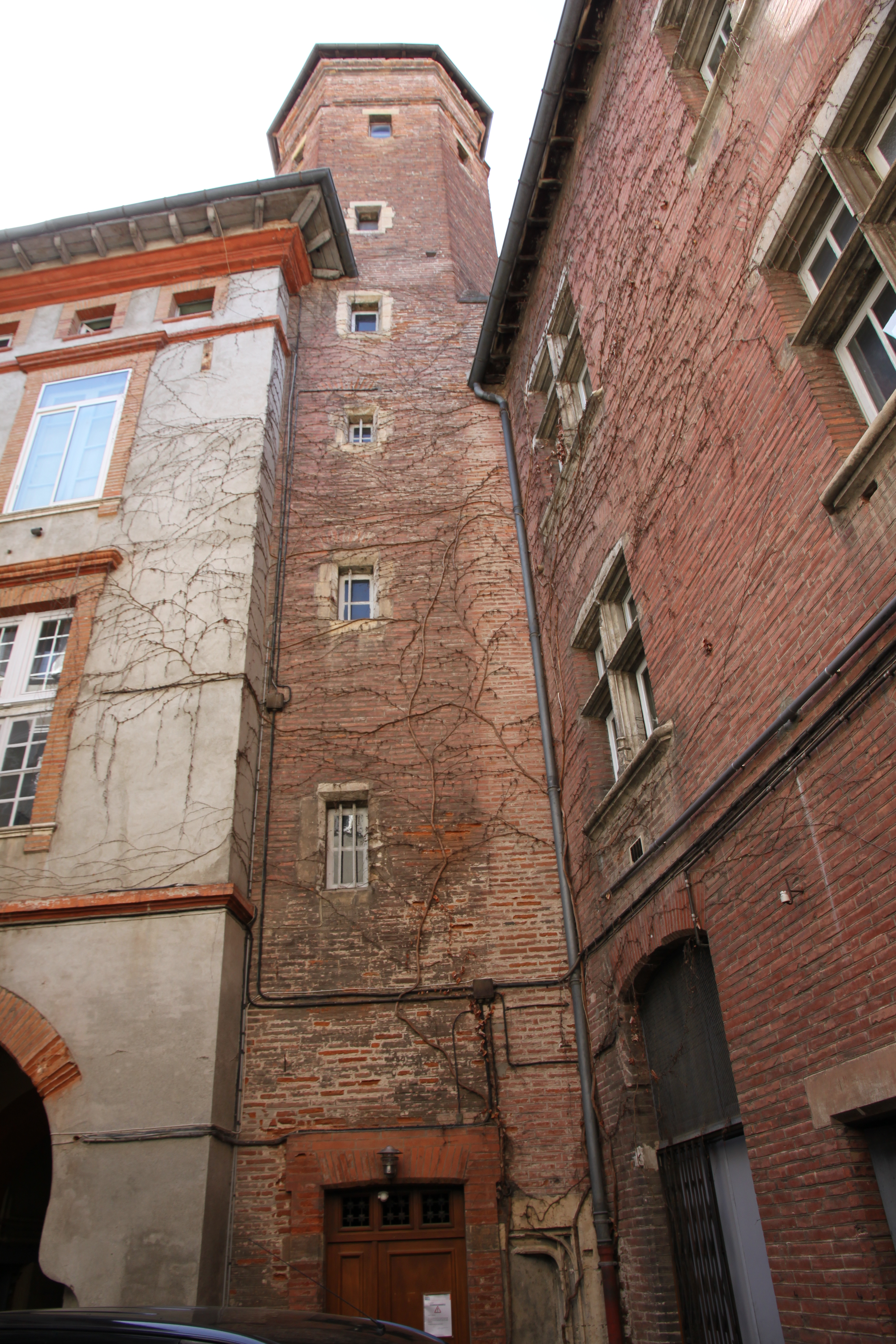
Tour d'Ysalguier.
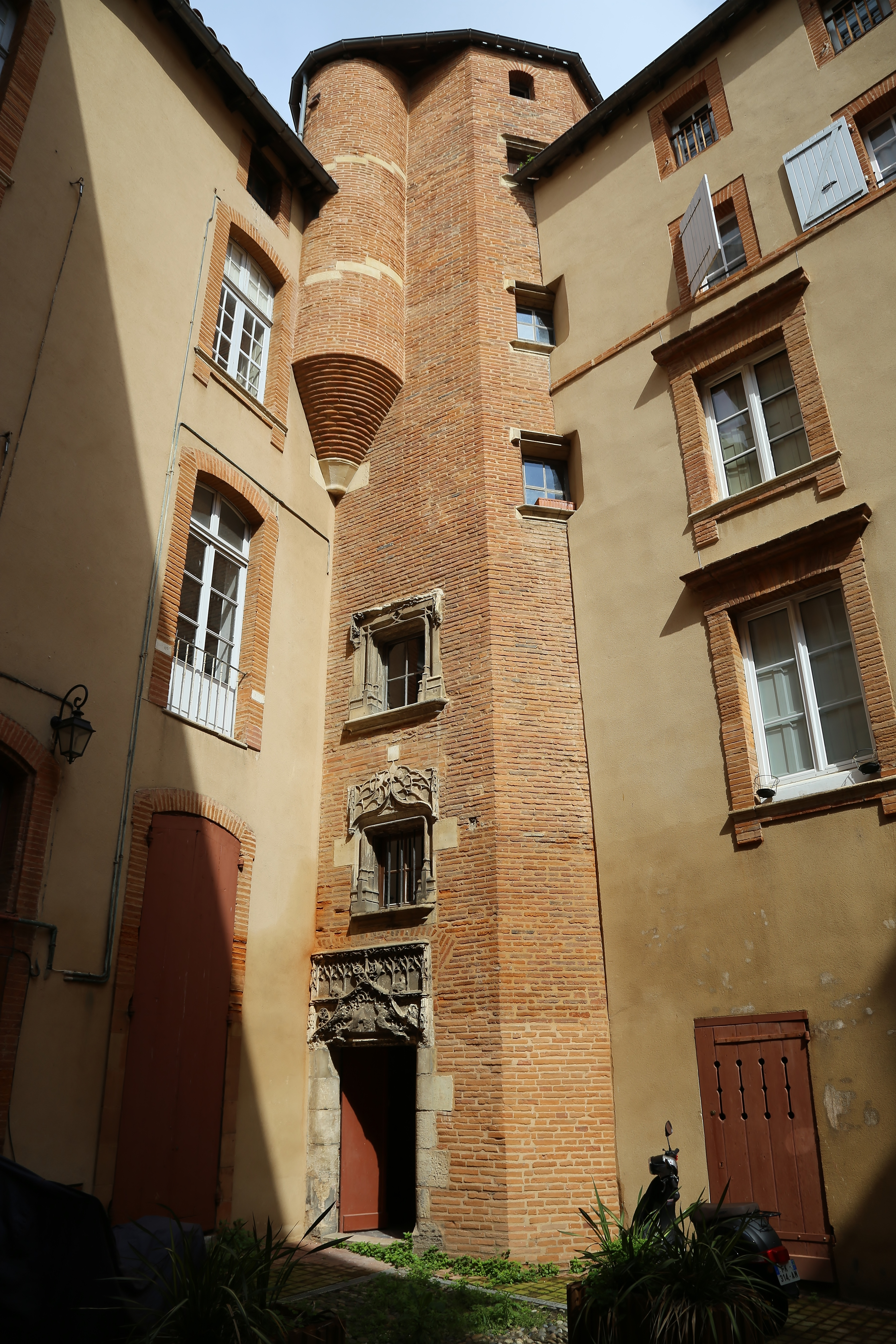
Tour de Noël Rolle.
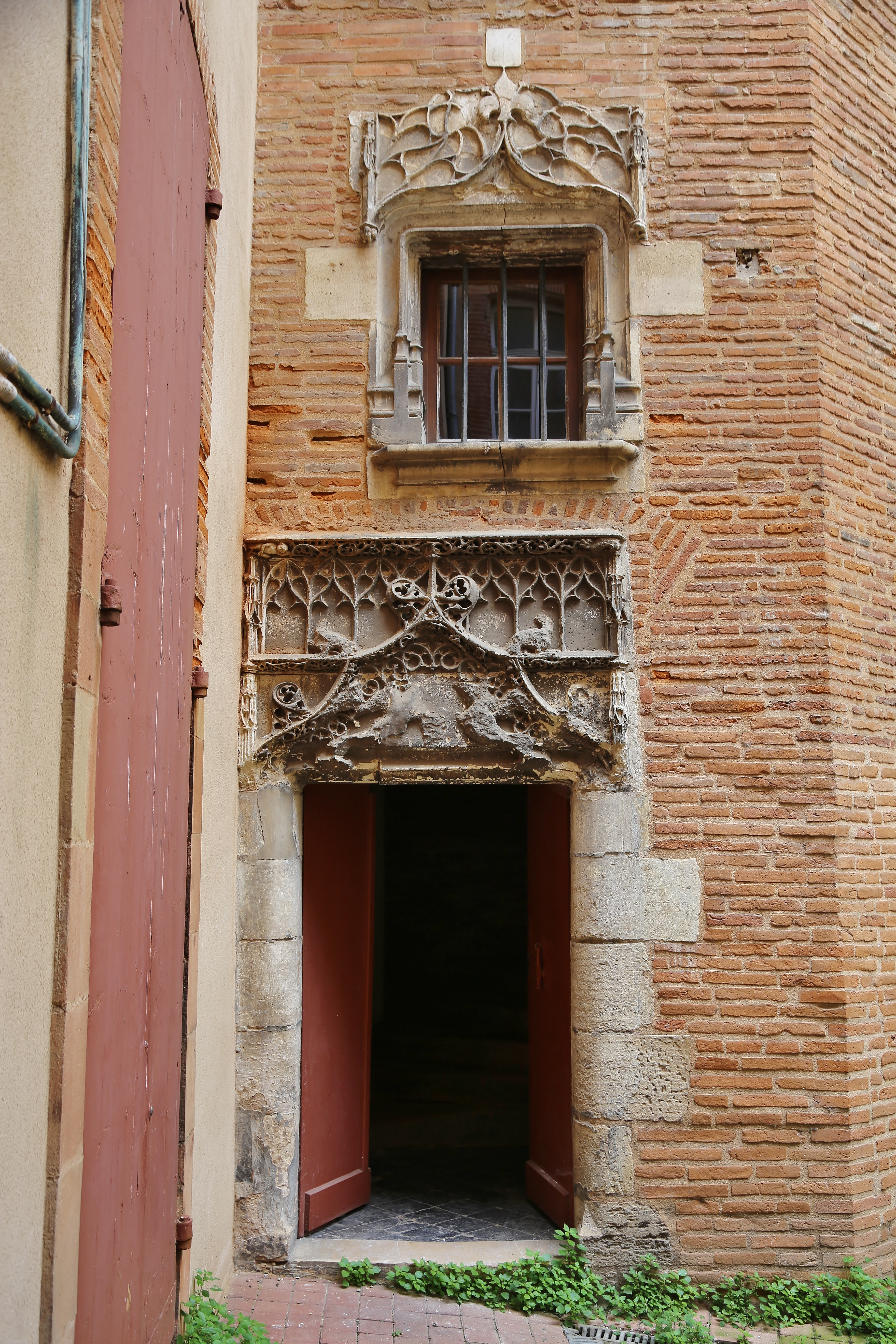
Porte et fenêtre de la tour de Noël Rolle.
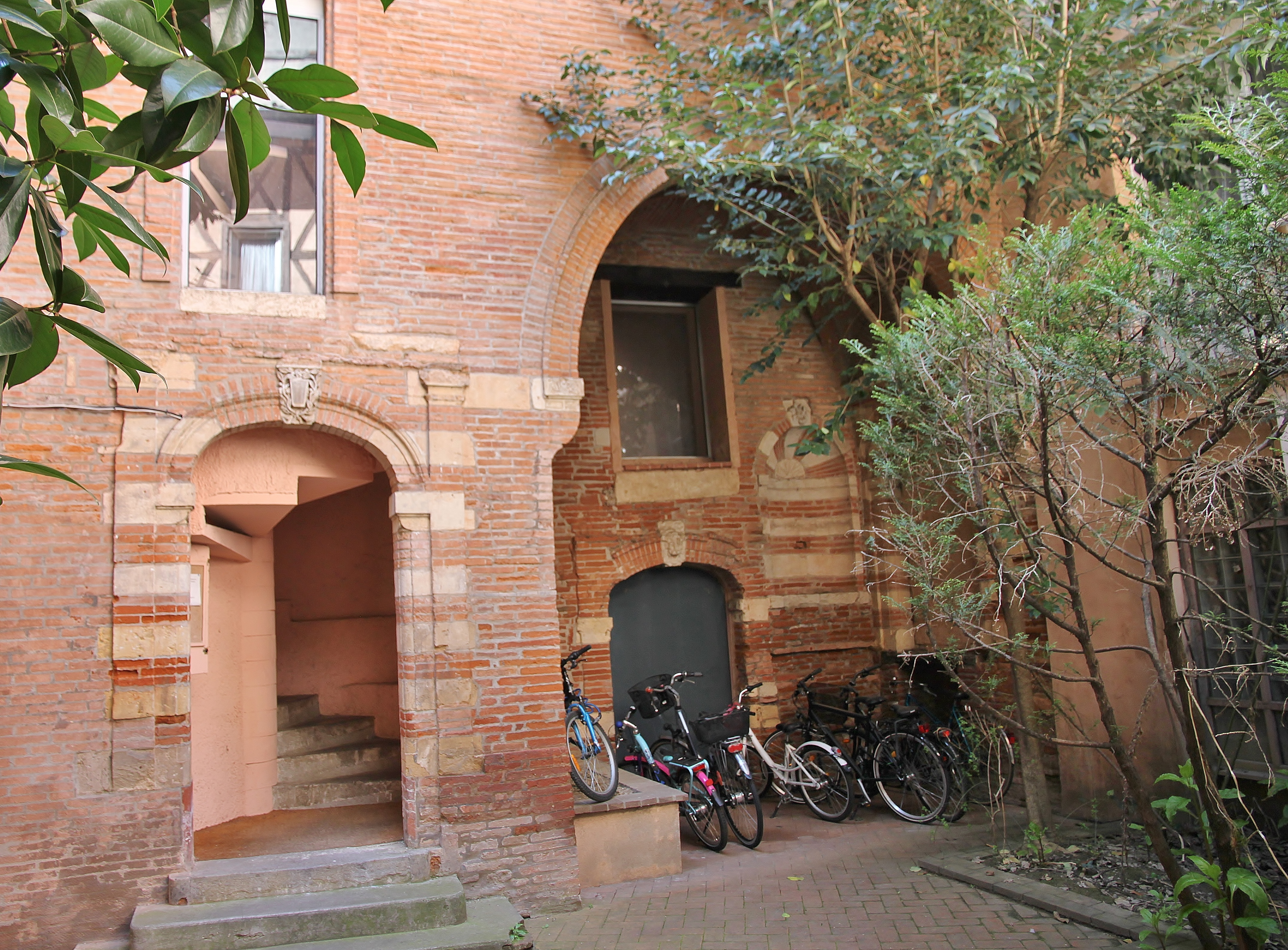
Tour de Baynaguet.
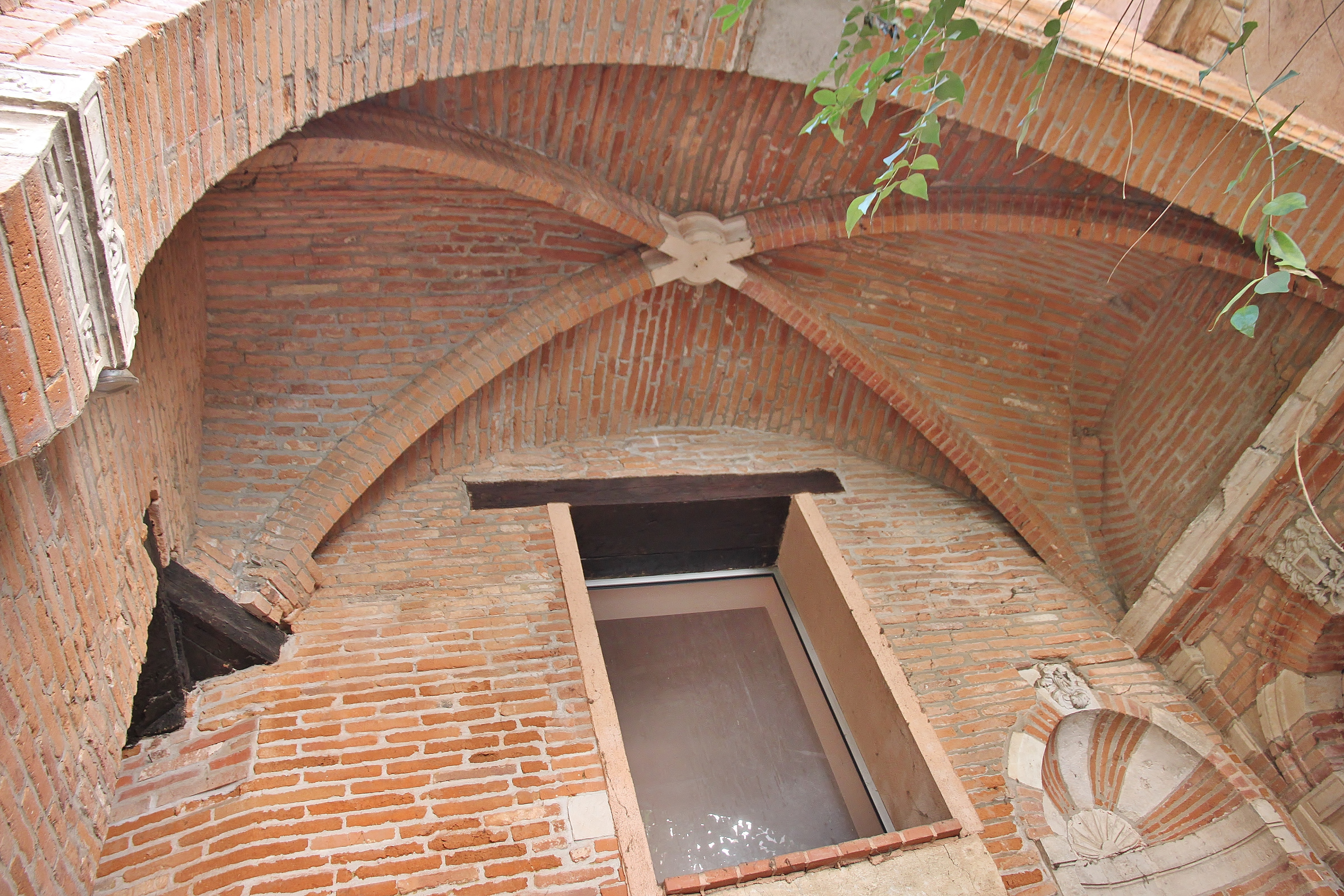
Tour de Baynaguet.
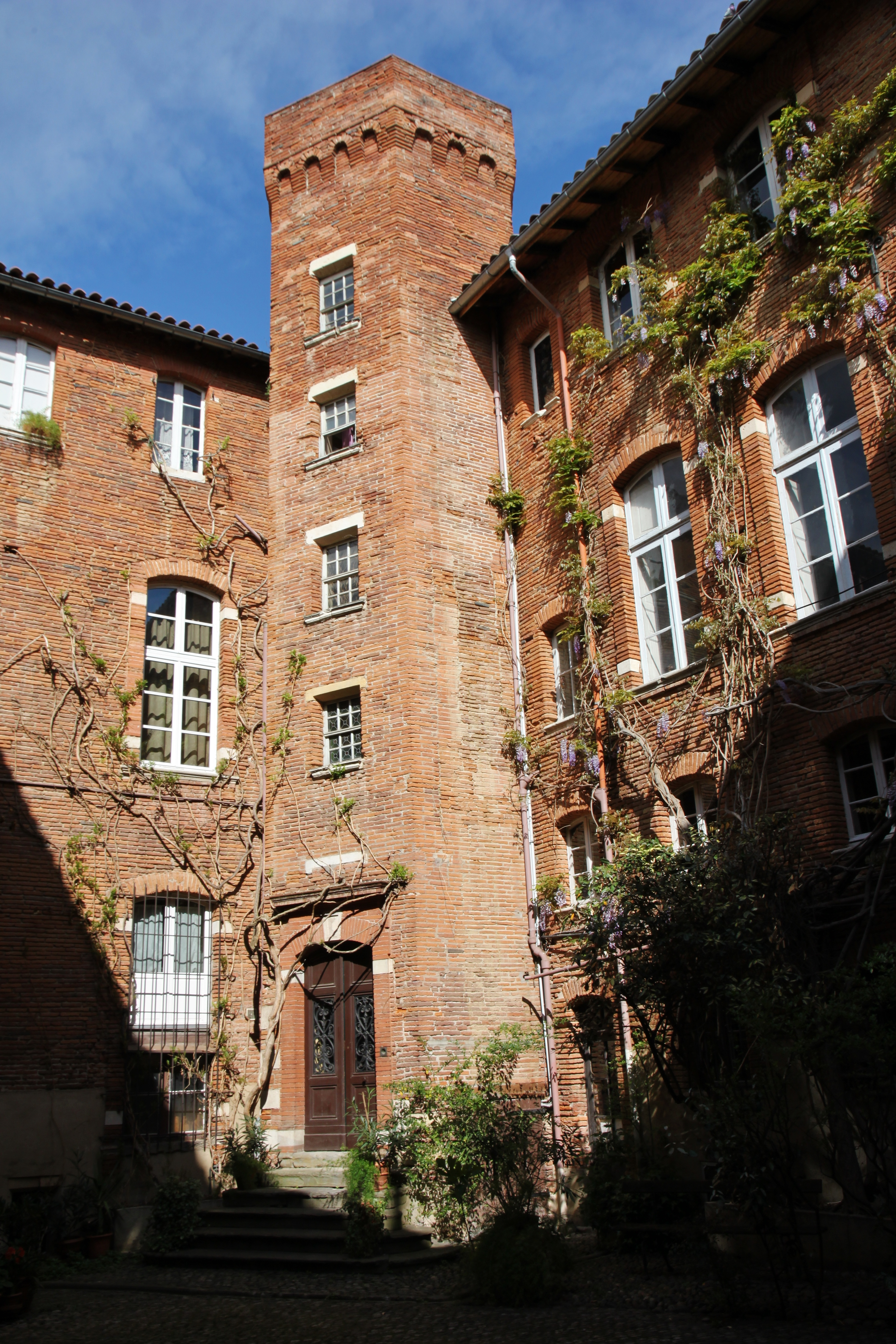
Tour dans la cour de l'hôtel Bertrand de Rességuier (remaniée).
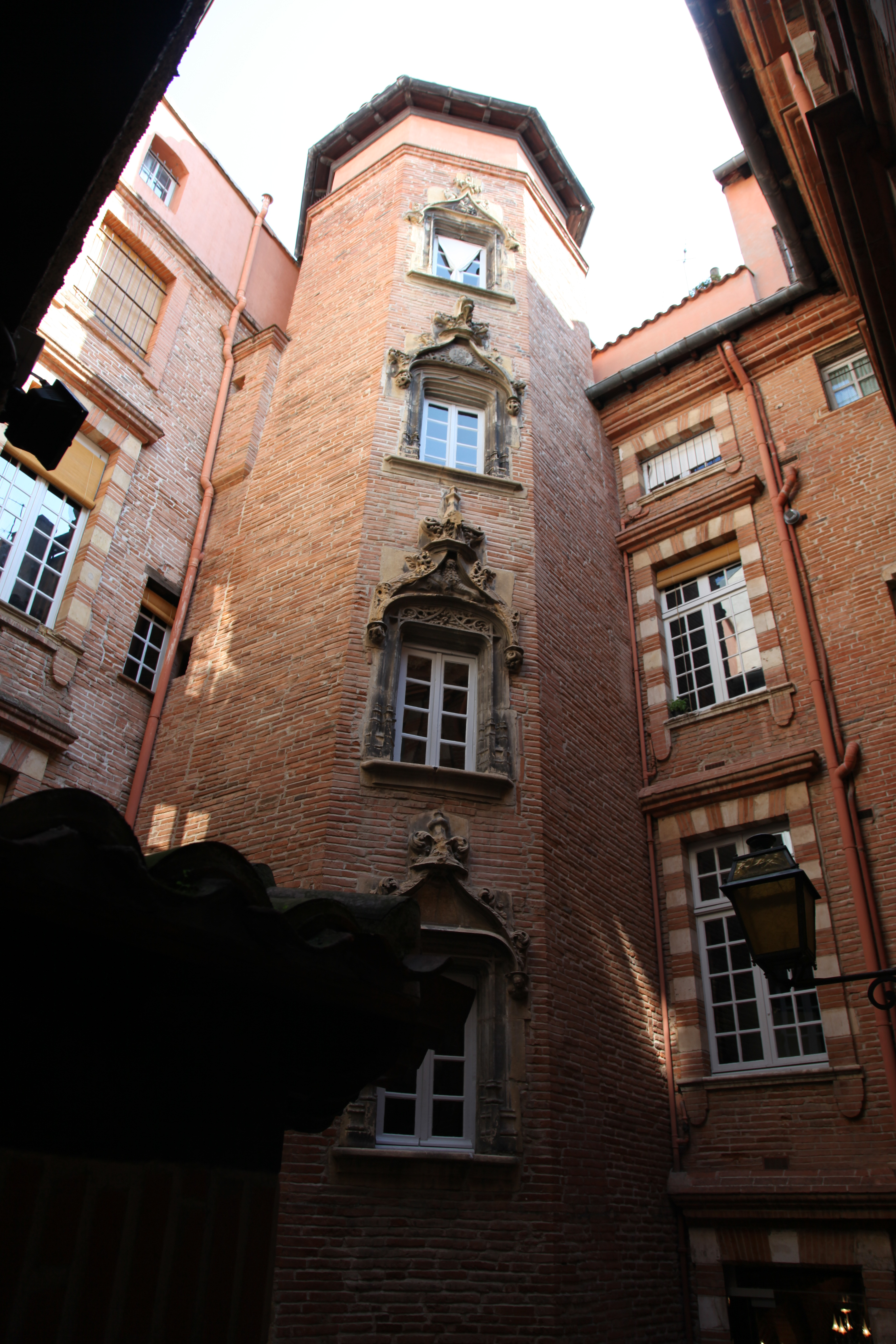
Tour de Béringuier-Bonnefoy.
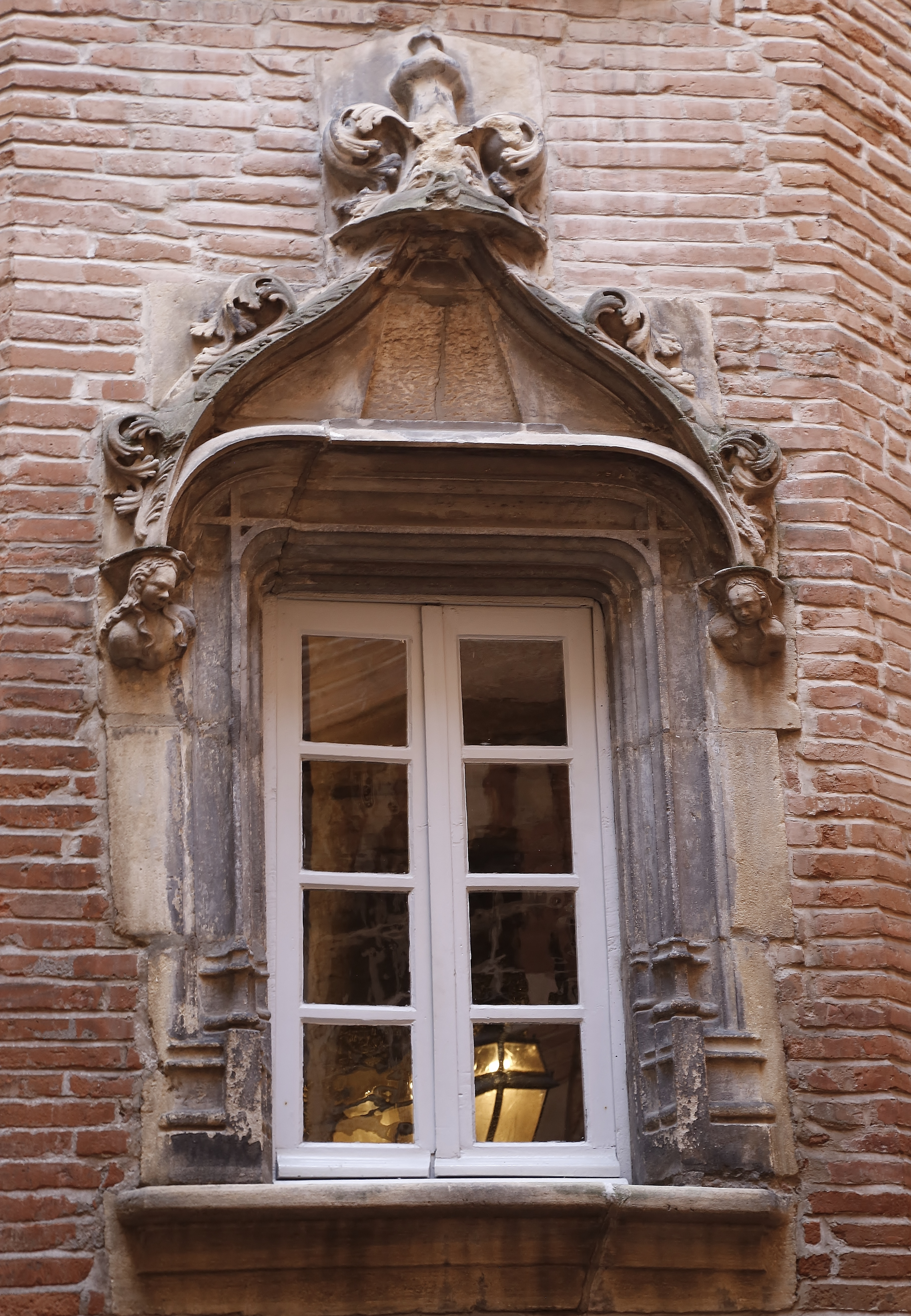
Fenêtre gothique sur la tour de Béringuier-Bonnefoy.
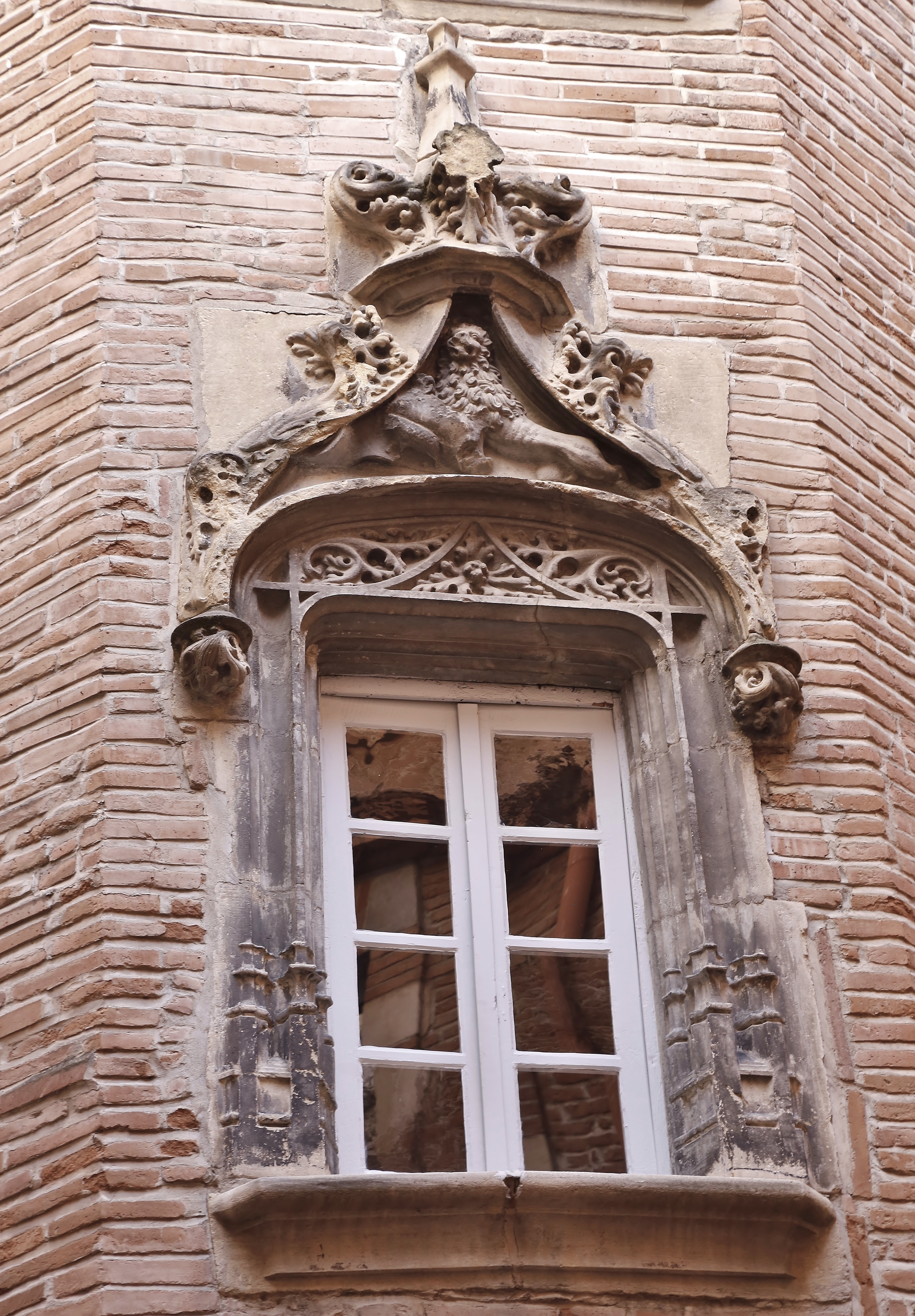
Fenêtre gothique sur la tour de Béringuier-Bonnefoy.
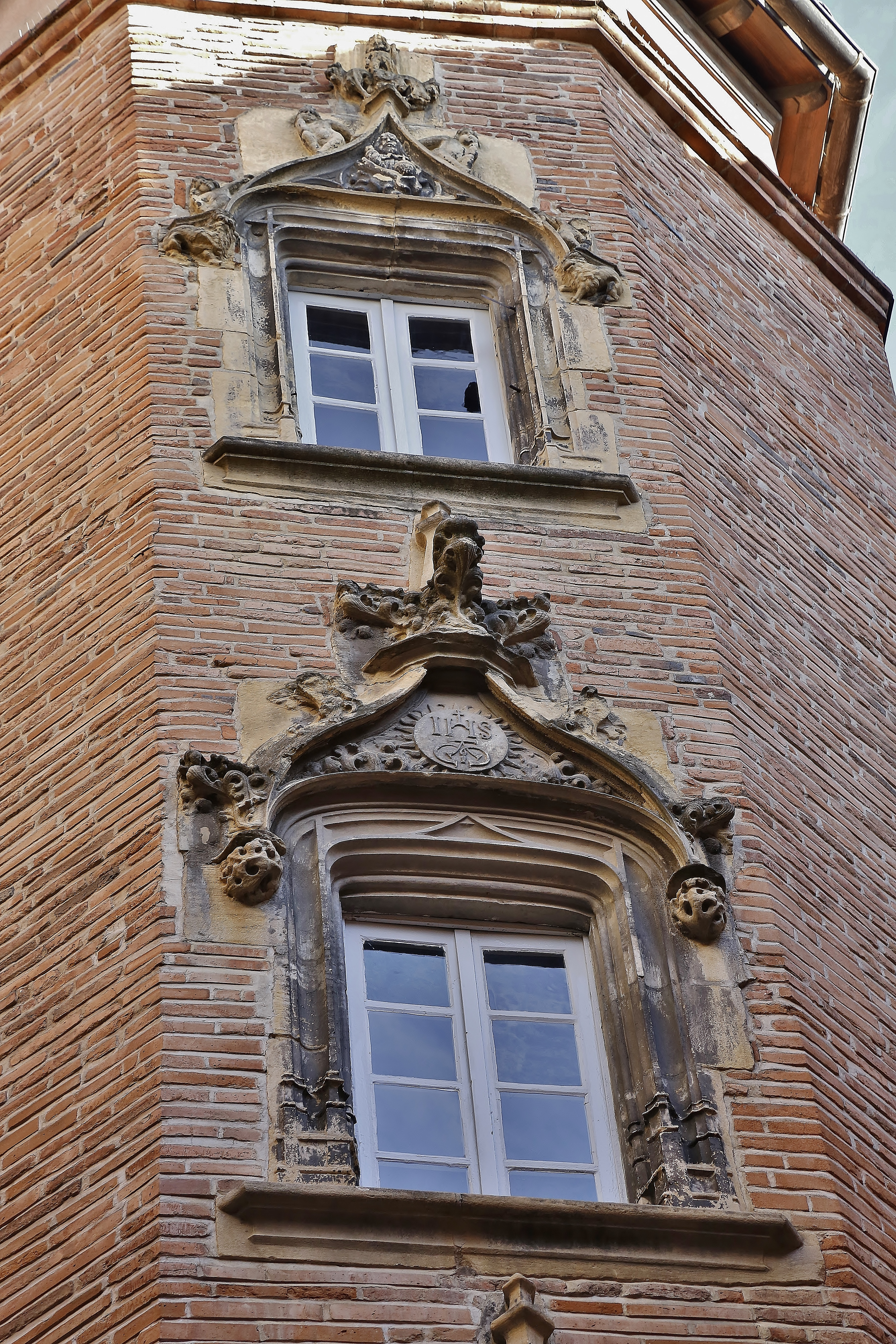
Fenêtres gothiques sur la tour de Béringuier-Bonnefoy.
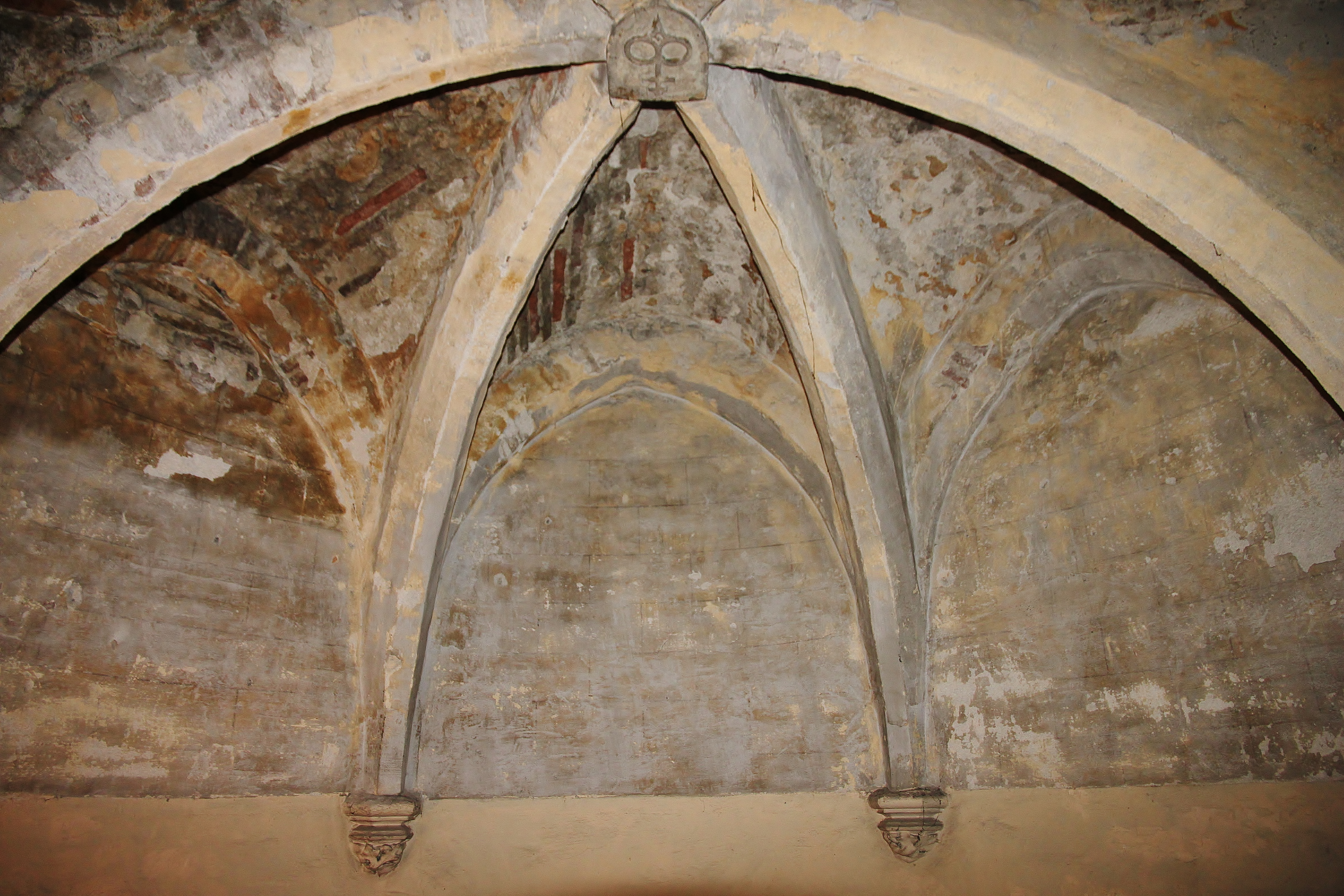
Tour de Bertier : coupole ogivale voûtant l'escalier, avec marque de marchand sur la clé de voûte.
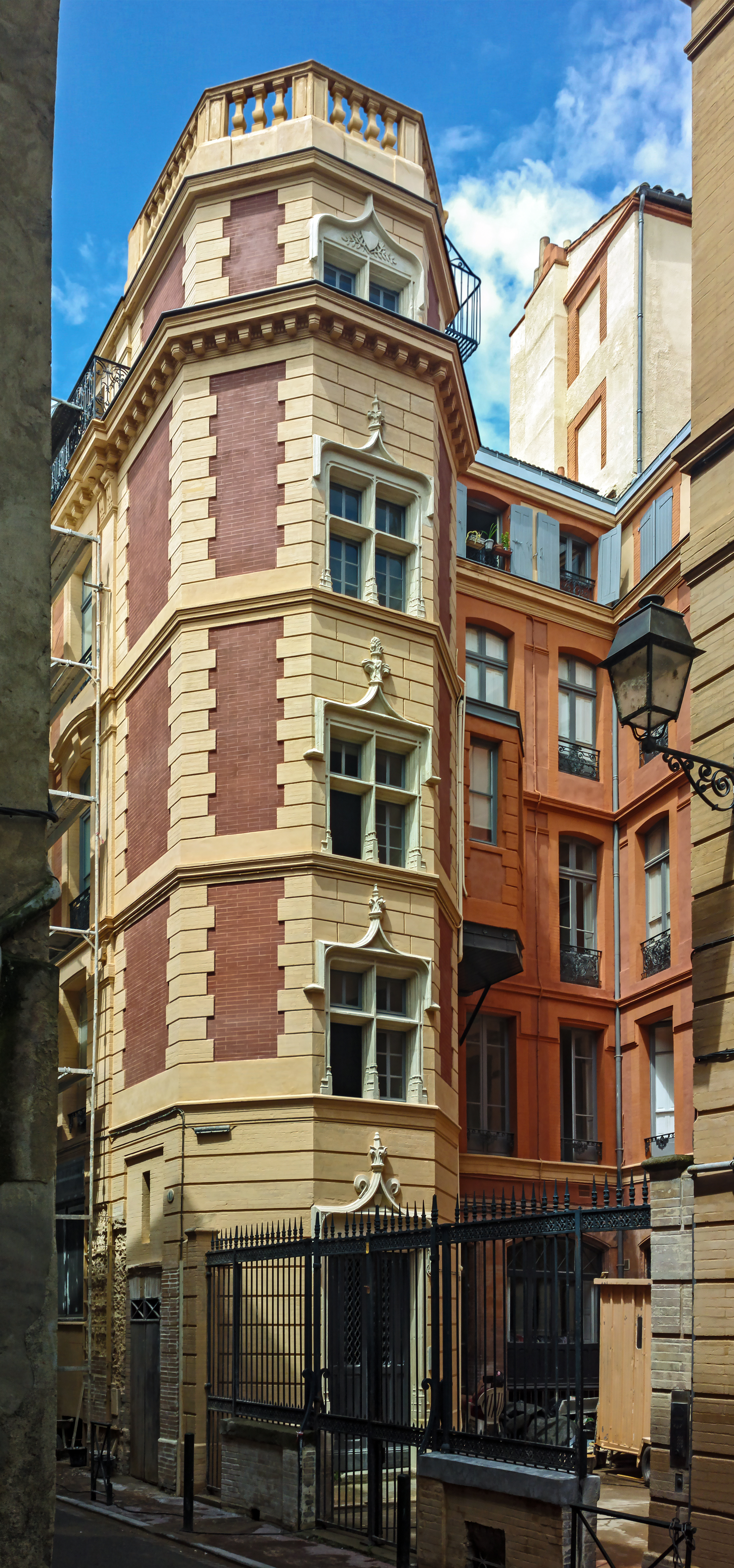
Tour de Bénézit (remaniée, sauf fenêtres).
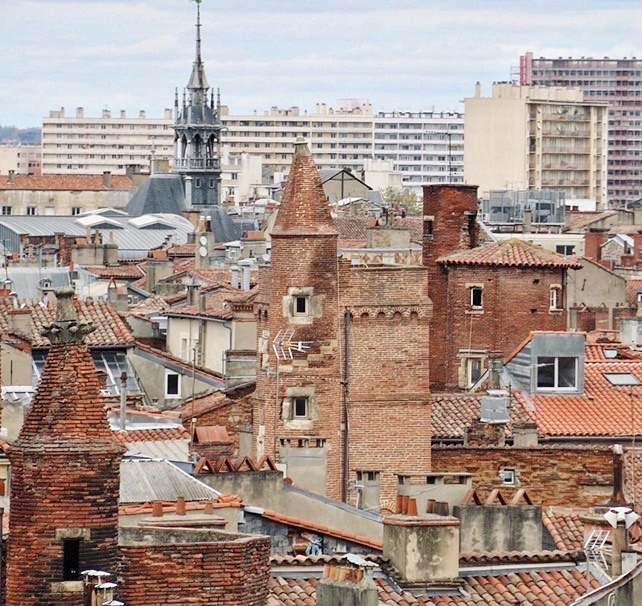
Tour de Delcros-Lancefoc (à gauche), tour de Serta (au centre) et tour de Séguy (à droite).

### Les hôtels particuliers de style gothique
Quelques-uns des hôtels particuliers de style gothique ont toutefois pu garder plus que leur tour d'escalier. C'est le cas par exemple de l’hôtel de Catel (fin XVe siècle), demeure de capitoul, et de l’hôtel Delfau (1495), du marchand de pastel Pierre Delfau. L’hôtel Boysson-Cheverry mêle une tour d'escalier et un bâtiment gothiques dus au capitoul Huc de Boysson (vers 1468) à des éléments Renaissance. Autre hôtel mixte, l’hôtel de Bernuy est bien connu pour sa cour Renaissance des années 1530 mais sa première cour construite entre 1503 et 1520 en style gothique abrite une des plus belles tours d'escalier de Toulouse (1504). Jean de Bernuy spécifia qu'il voulait sa tour aussi haute que celle de son beau-père, le procureur du roi Arnaud du Faur. L’hôtel Dahus (années 1460-70) a conservé au moins partiellement son corps de logis. L'adjonction à la Renaissance d'une très belle tour d'escalier en fait également un bel hôtel mixte.

#### L'Hôtel Dahus
Adresse : 9 rue Théodore-Ozenne. Inscrit MH.
Issu d'une famille de magistrats de longue date, Pierre Dahus est élu capitoul en 1474 et sa carrière judiciaire l'amène en 1475 à devenir juge d'appeaux en sénéchaussée de Toulouse et Albigeois. Il est l'un des premiers à s'éloigner du quartier marchand et à rapprocher son hôtel du Parlement, au sud de la cité, ce qui lui permet d'acheter un très grand terrain de 3 600 m2 autorisant un beau jardin ; cette parcelle sera démembrée en 1488 en plusieurs hôtels particuliers. Bâti dans les années 1460-1470, l'édifice qui a conservé le nom d'hôtel Dahus après le démembrement est rectangulaire, l'intérieur est divisé par un mur de refend qui deviendra plus tard la façade sur la rue Théodore-Ozenne. L'hôtel est couronné de faux créneaux et faux mâchicoulis, s'inspirant des châteaux ou manoirs seigneuriaux de la noblesse traditionnelle que cherchait à imiter la nouvelle noblesse de robe. Le percement de la rue Théodore-Ozenne en 1910 emporte la partie ouest de l'hôtel, mais une campagne de restauration transforme l'ancien mur de refend en façade ouest et restitue les fenêtres gothiques à croisée (disparues au XVIIIe siècle pour des fenêtres plus grandes). Des remplois d'éléments authentiques décorent la façade, comme ces armoiries des propriétaires du XVIIe siècle sculptées dans un beau marbre gris.
Malgré les mutilations, les restaurations ont fait de la construction un beau témoignage de l'hôtel du XVe siècle, vaste résidence urbaine avec cour et jardin d'un caractère seigneurial, et à l'origine de ce qui deviendra le quartier des parlementaires. Vers 1530 le parlementaire Guillaume de Tournoer fait détruire la tour d'escalier d'origine pour la remplacer par une tour Renaissance très ornée, ce qui vaut à l'hôtel d'être désormais souvent désigné sous le nom de Dahus-Tournoer.

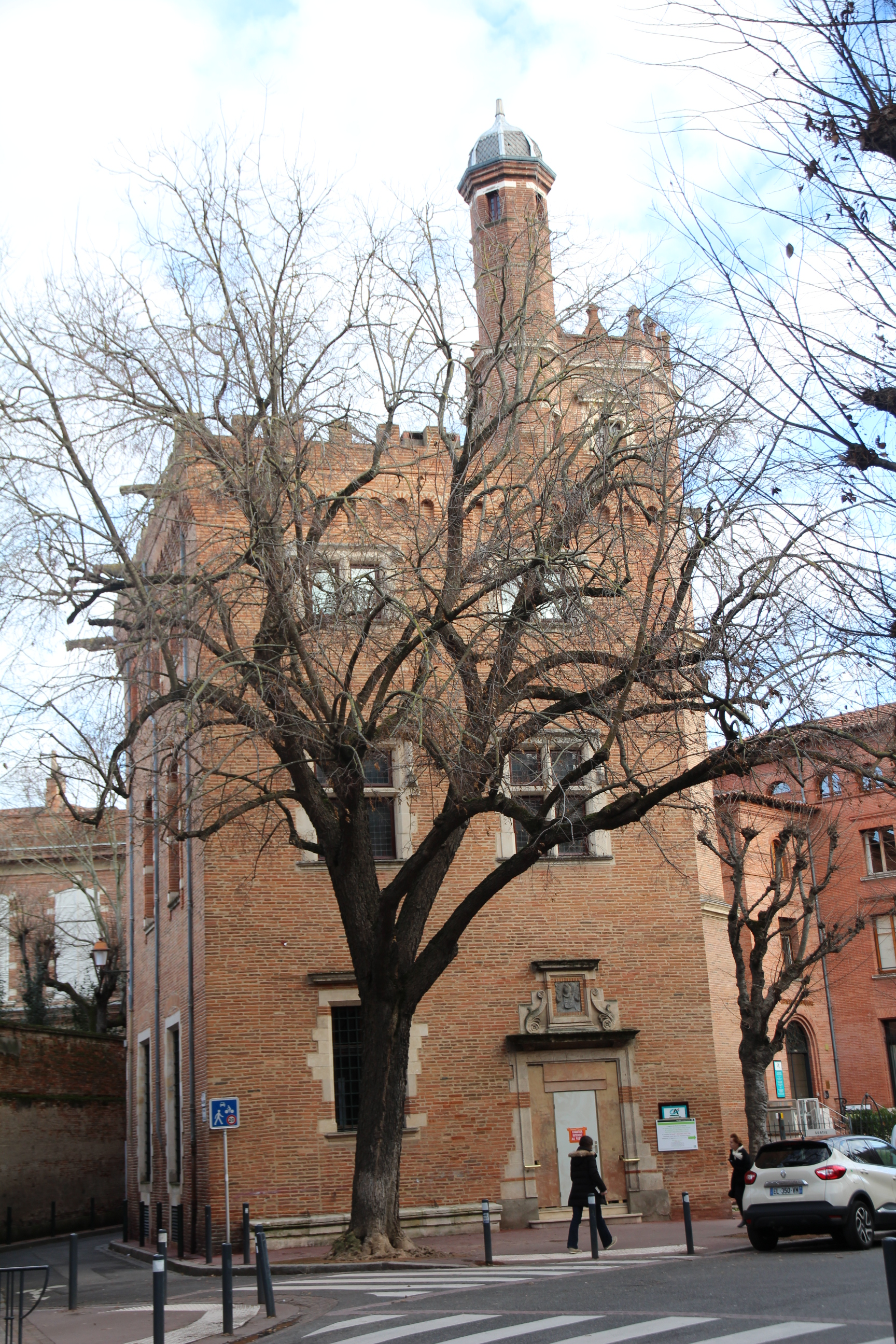
Hôtel Dahus.
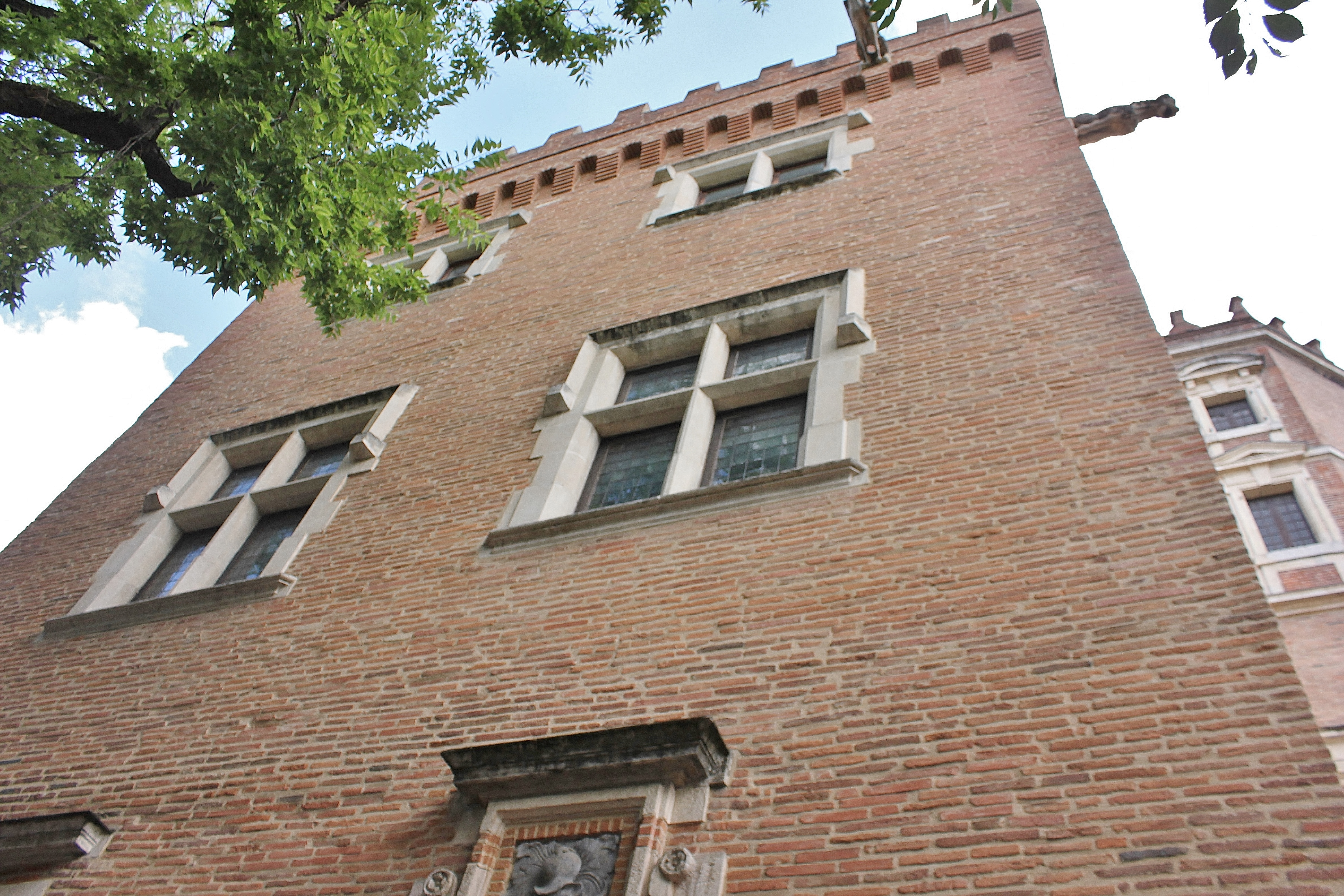
Hôtel Dahus, façade et fenêtres refaites au XXe siècle.
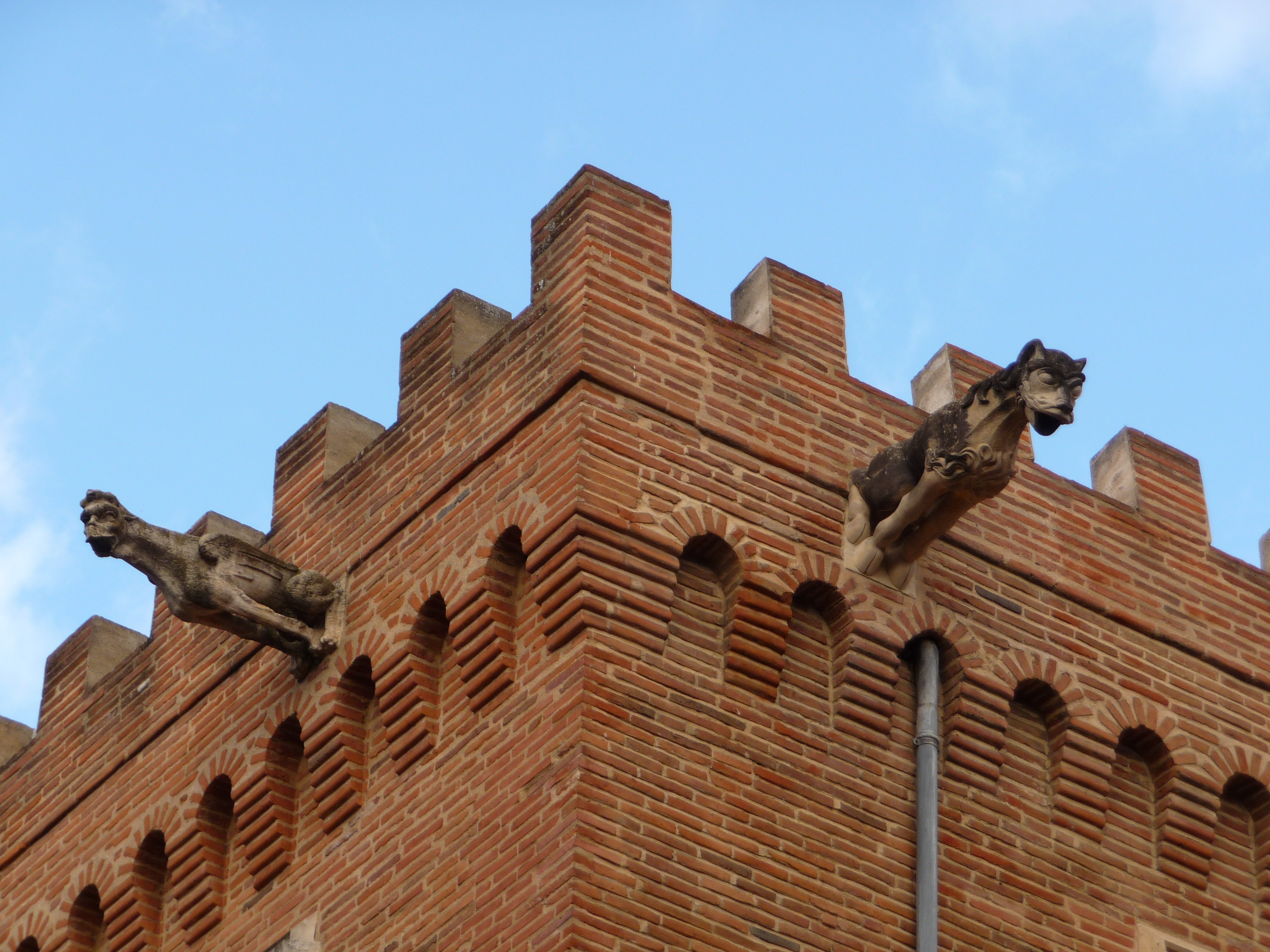
Hôtel Dahus : gargouilles, faux créneaux et faux mâchicoulis, marques de seigneurie.
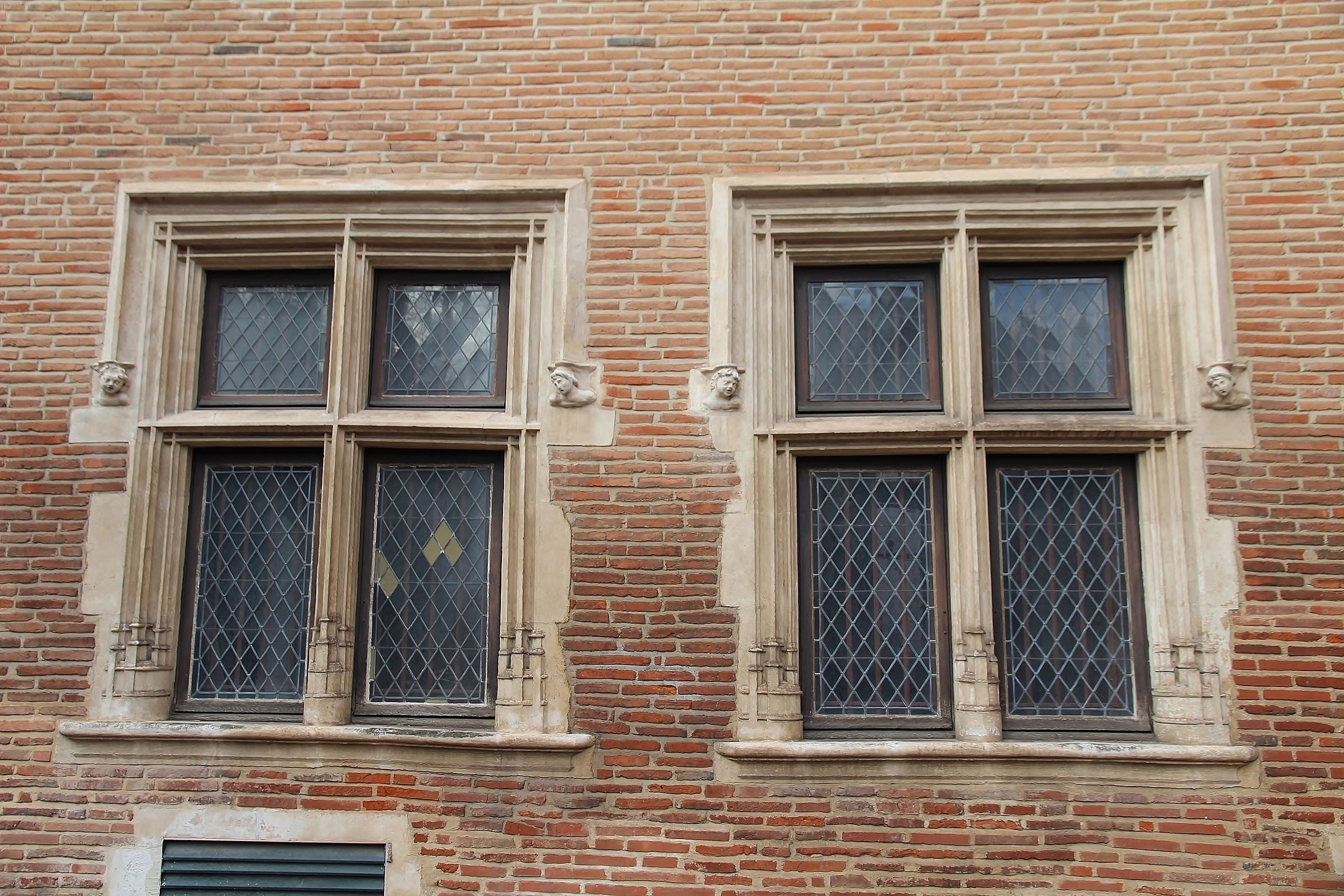
Hôtel Dahus, fenêtres du XVe siècle.
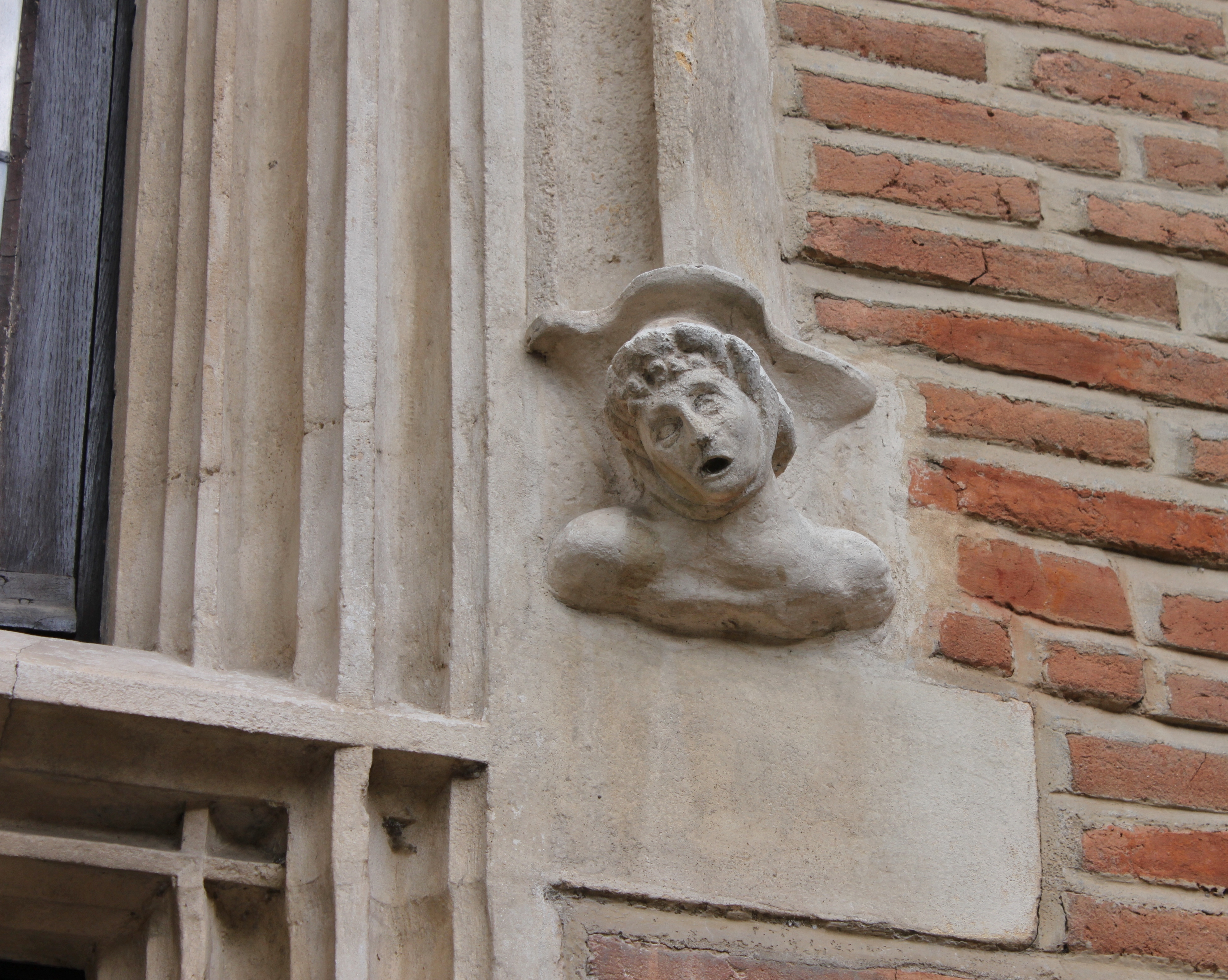
Hôtel Dahus, culot sculpté.
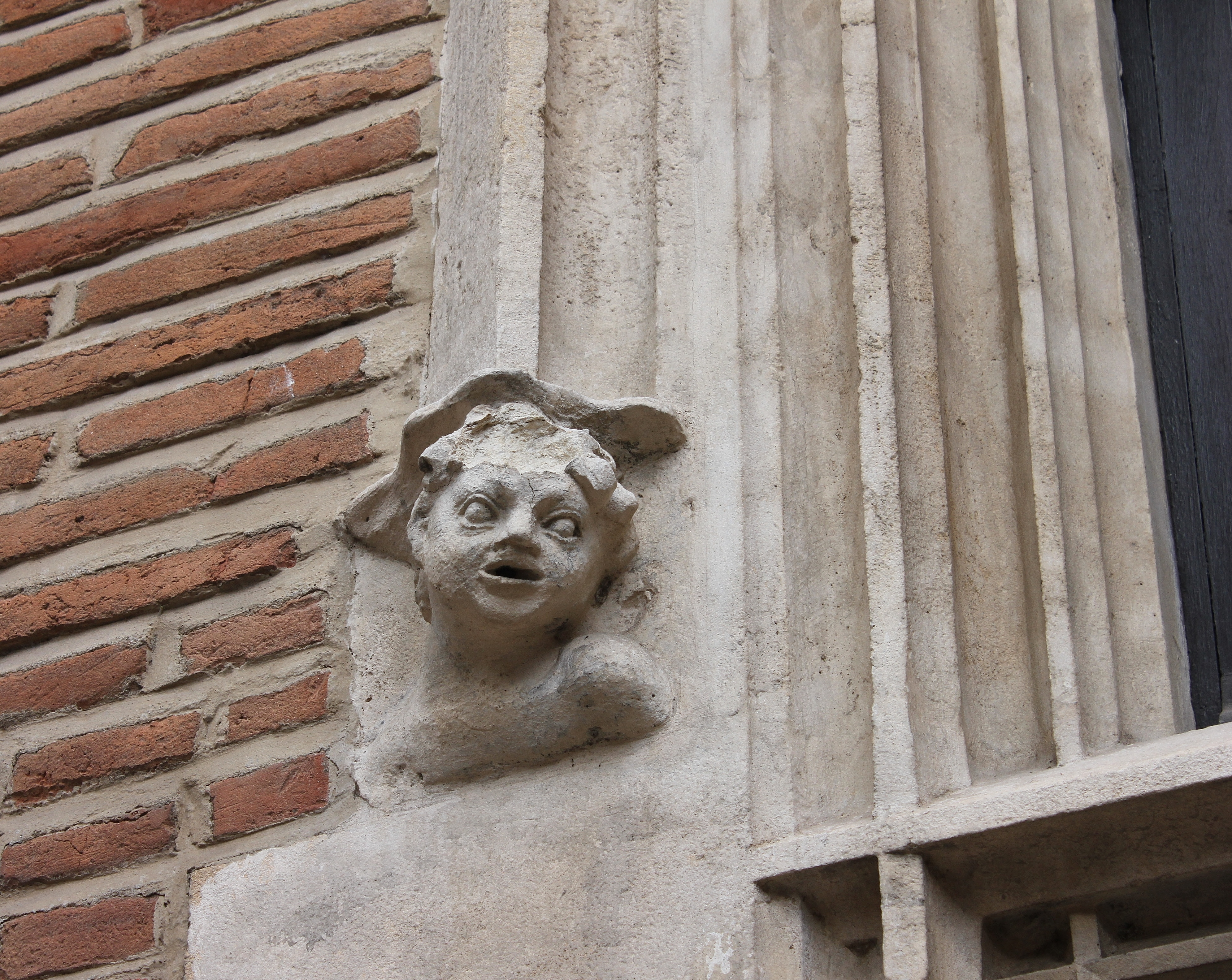
Hôtel Dahus, culot sculpté.
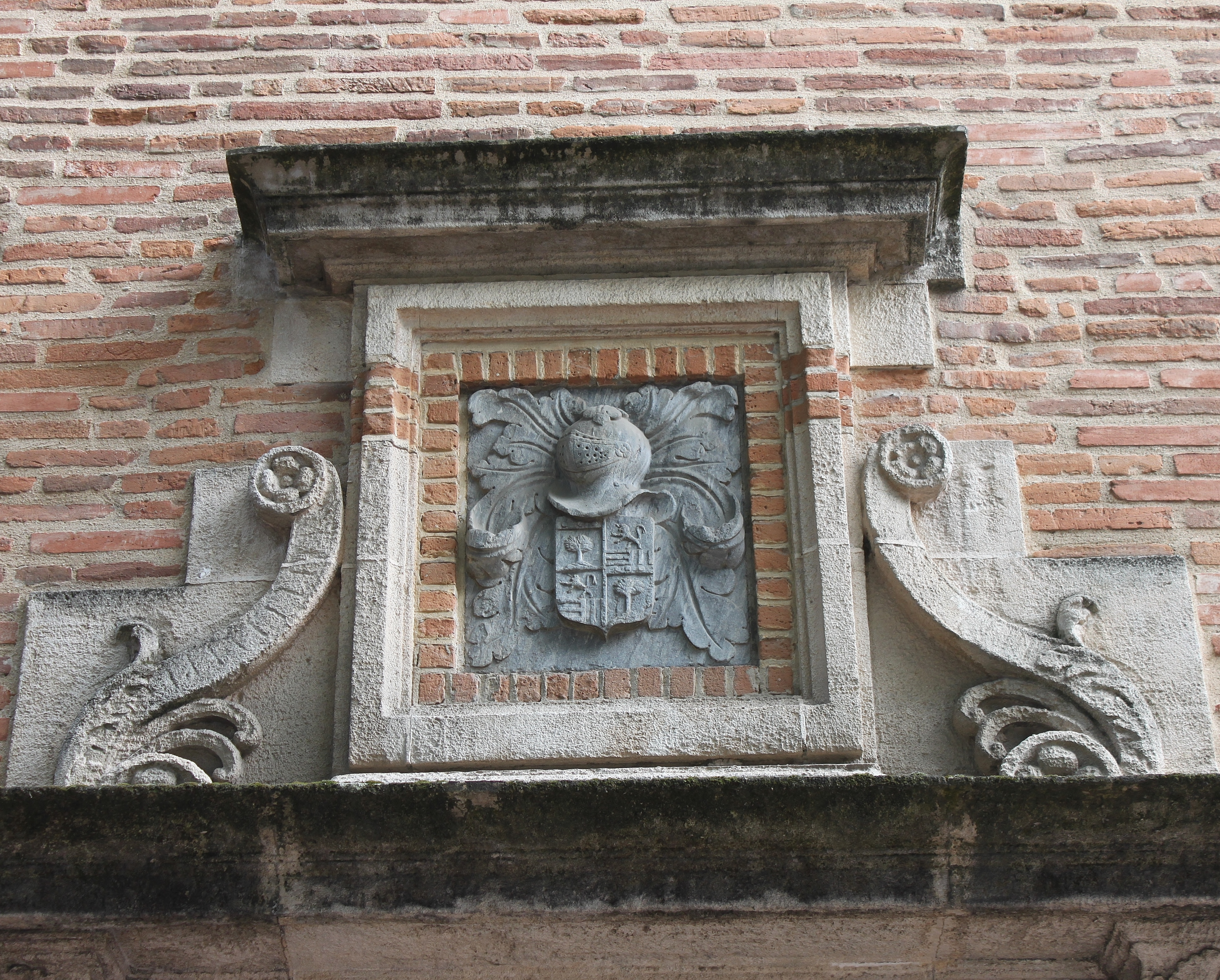
Hôtel Dahus, armoiries du XVIIe siècle.

#### L'hôtel de Boysson-Cheverry
Adresse : 11 rue Malcousinat. Classé MH.
Huc de Boysson, capitoul en 1468, voit en 1463 la ruine de l'édifice ancien lors du grand incendie qui touche la ville. Il fait entièrement rebâtir son hôtel, terminé à sa mort en 1478. Les corps de bâtiments construits alors et encore en place aujourd'hui sont le logis et la tour haute de 26 mètres situés en fond de cour. Dans la seconde cour des fenêtres à croisées ou à traverse éclairent le corps de logis médiéval, l'une d'elles est particulièrement ornée et passe pour être la plus belle fenêtre gothique de Toulouse.
L'hôtel fait ensuite l'objet d'une deuxième campagne de construction par le capitoul Jean de Cheverry en 1535, le dotant notamment de fenêtres Renaissance dans la première cour et d'un corps de bâtiment avec galerie à arcades dans la deuxième cour.

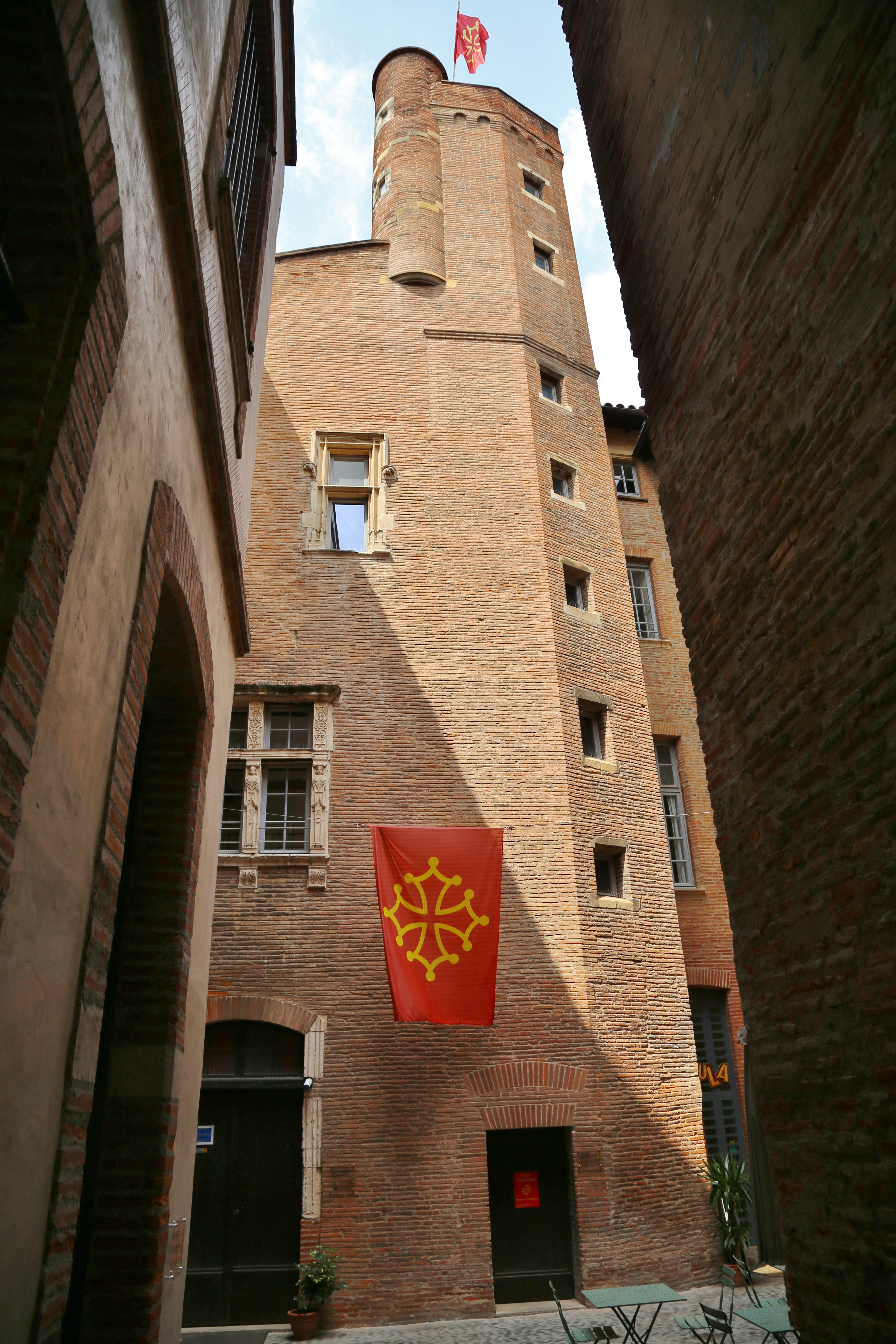
Tour de l'hôtel Boysson-Cheverry.
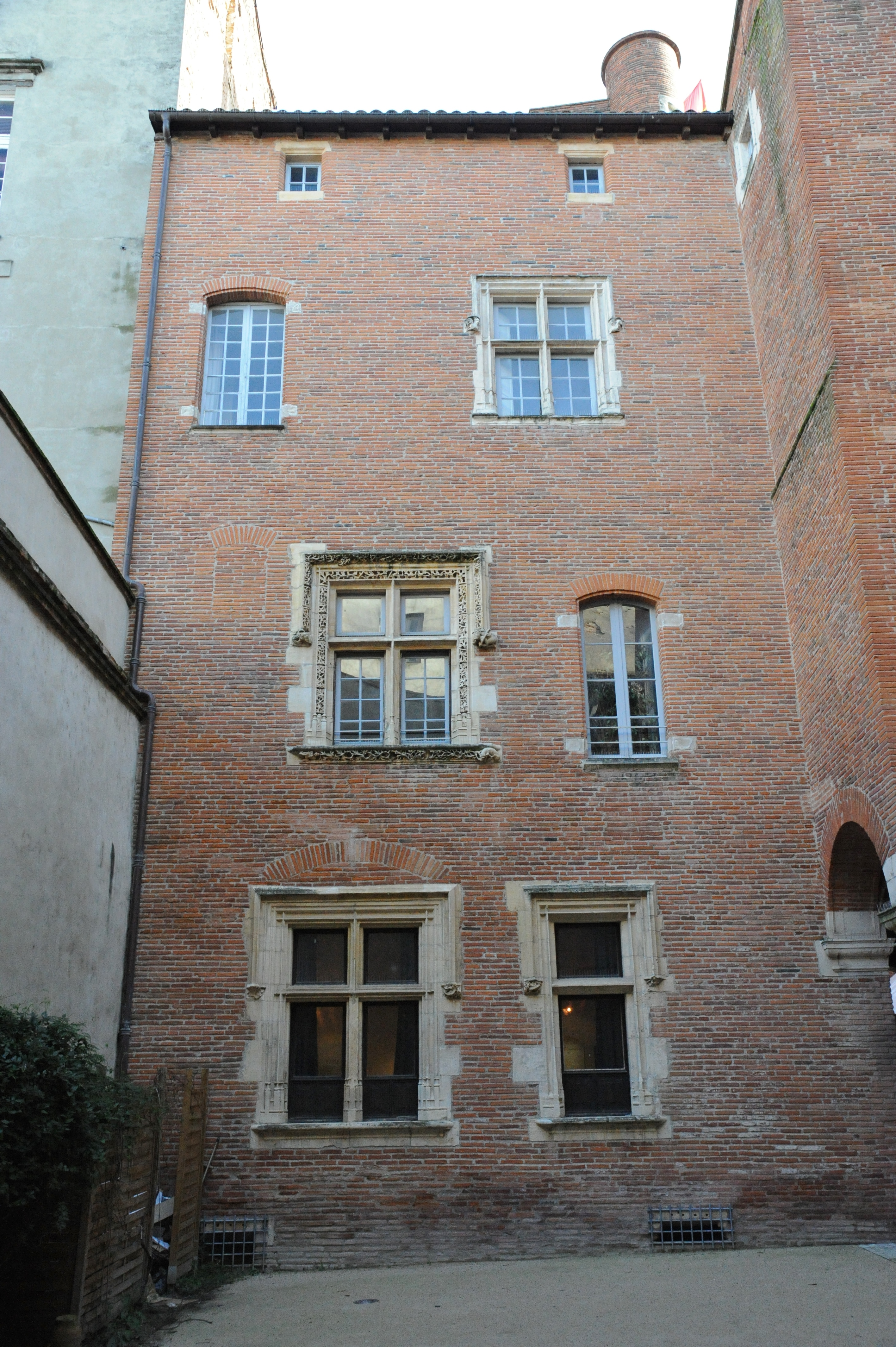
Boysson-Cheverry : façade du bâtiment gothique.
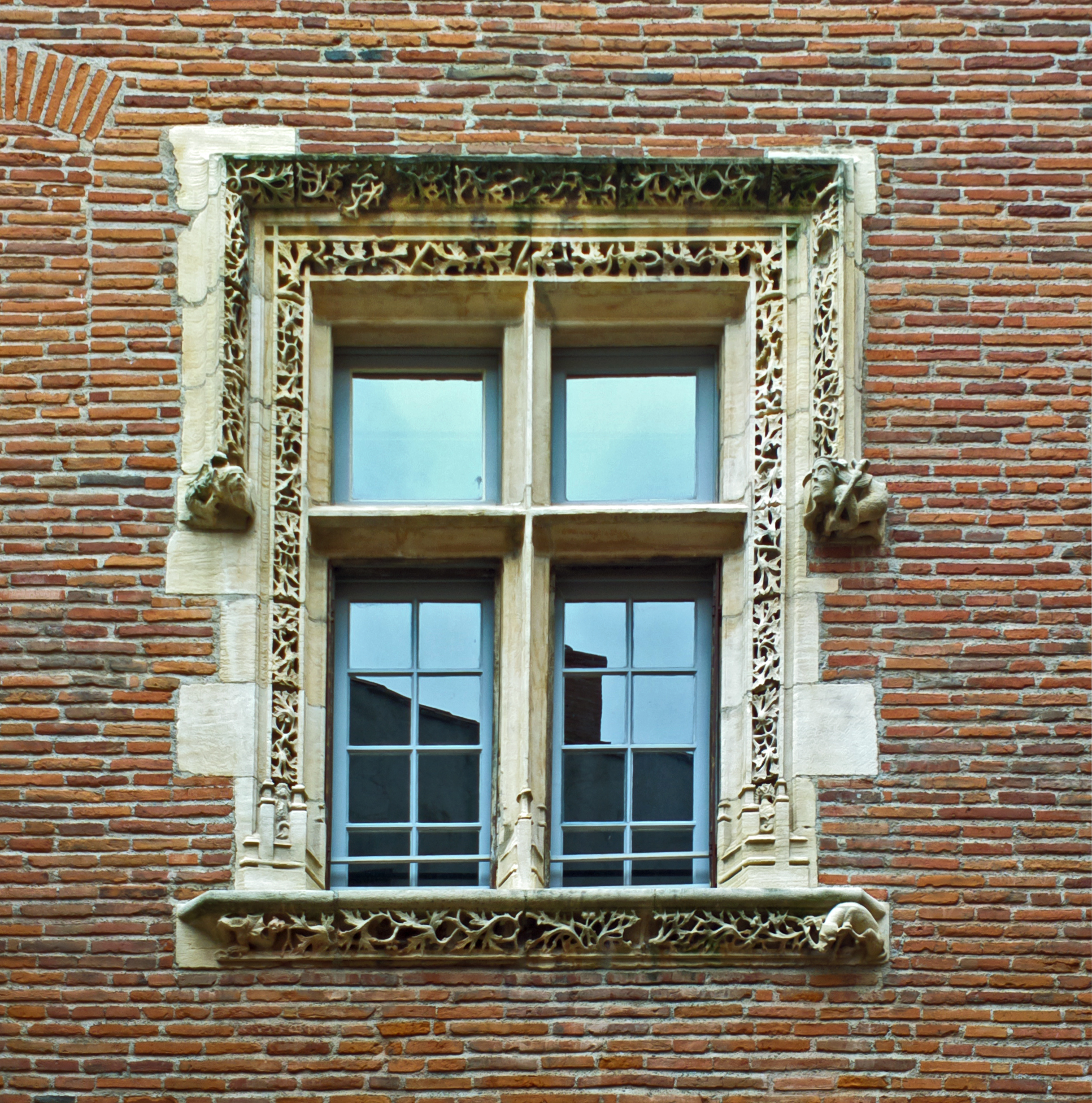
Fenêtre gothique de l'hôtel Boysson-Cheverry.
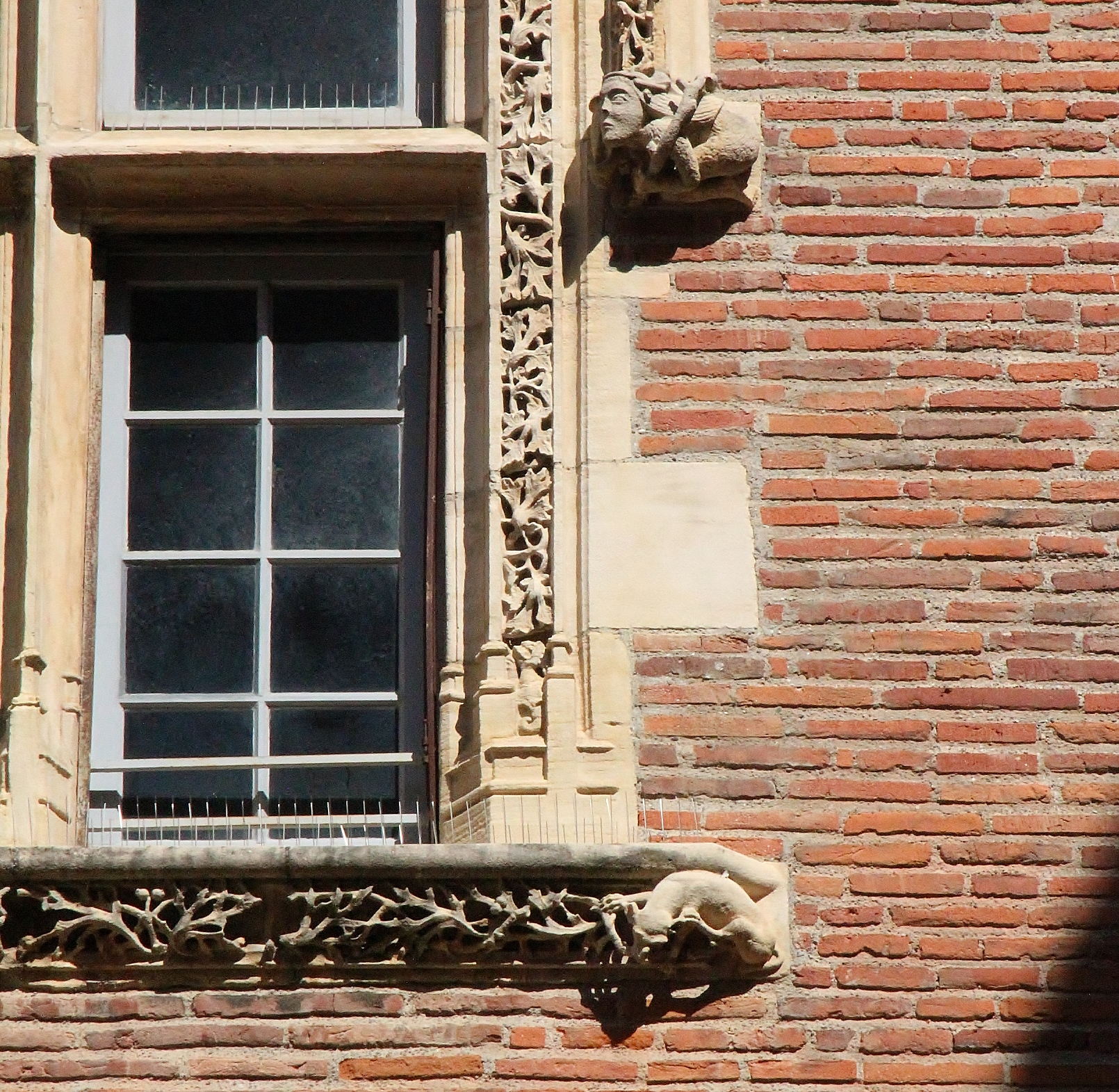
Culots sculptés de la fenêtre de l'hôtel Boysson-Cheverry.
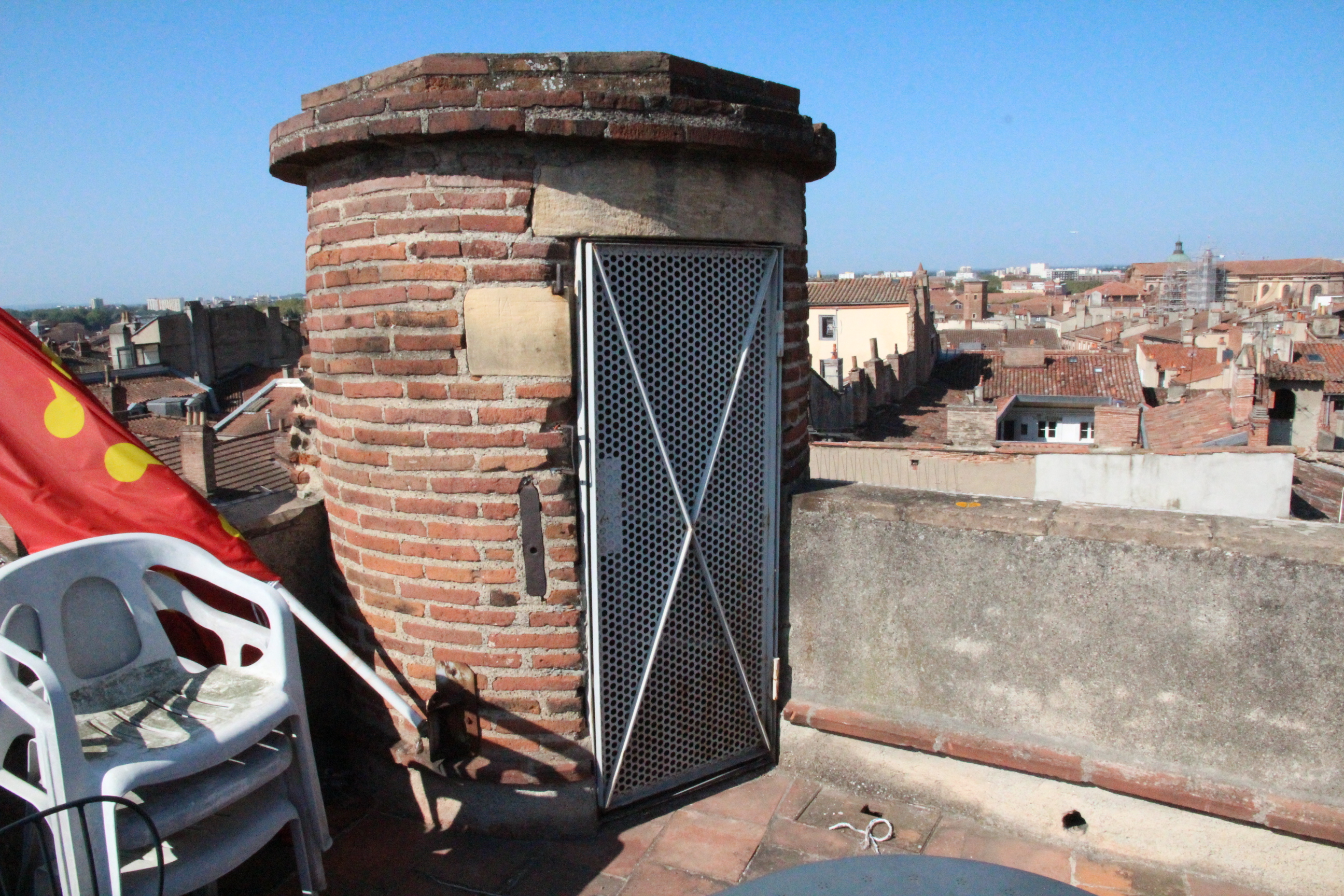
Boysson-Cheverry : tourelle vue de la terrasse.
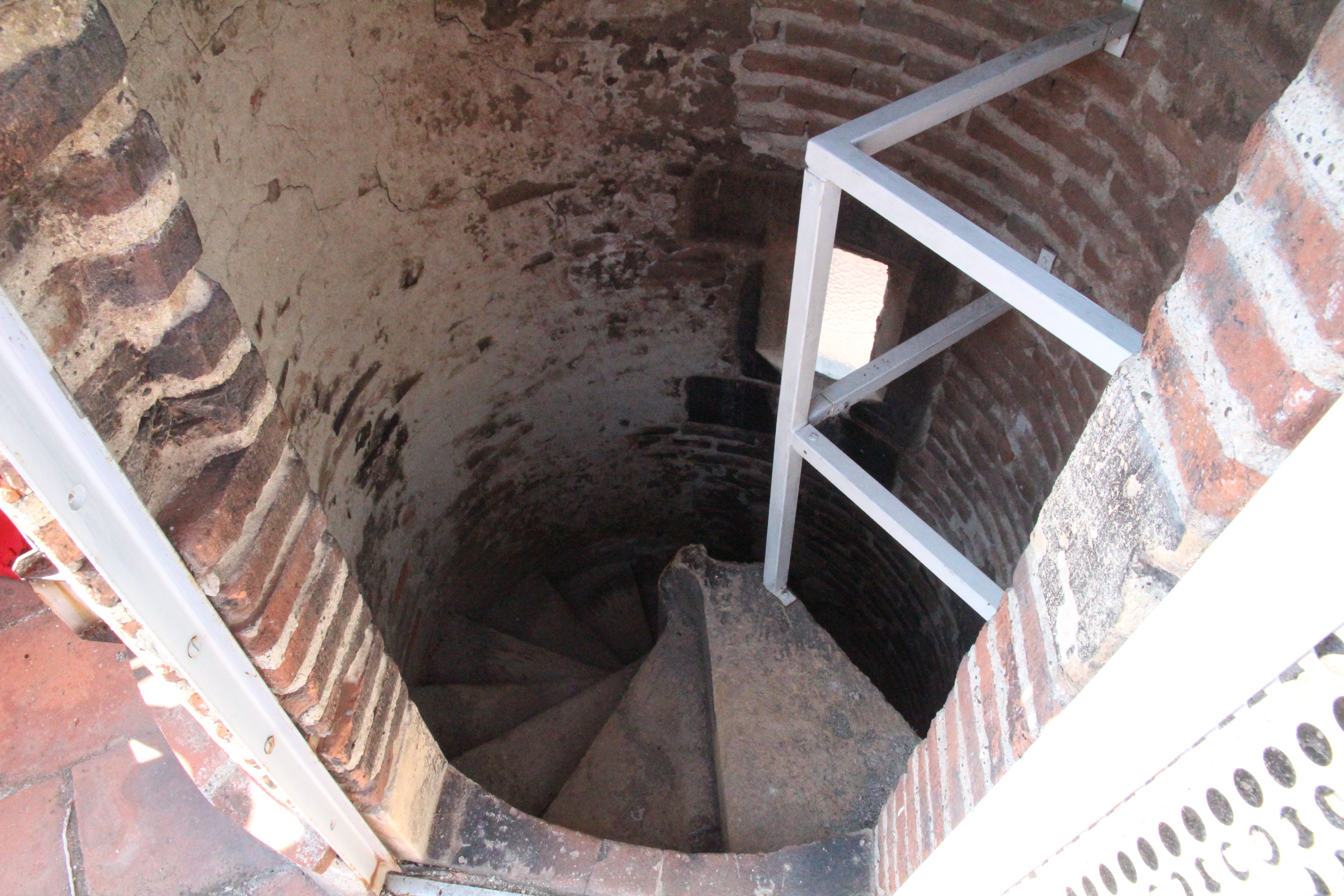
Boysson-Cheverry : l'étroit escalier de la tourelle.

#### L'hôtel de Catel
Adresse : 6 place Saint-Étienne. Inscrit MH.
L'hôtel actuel est en partie contemporain de Jean Catel, propriétaire devenu capitoul en 1483 puis en 1498, et de sa femme Jeanne de Gaillac. C'est sur la cour que l'on trouve les éléments de l'hôtel médiéval : la tour d'escalier, partiellement remaniée, et une façade dotée de fenêtres à croisées et fenêtres à traverse ornées par des éléments sculptés (ainsi que d'une porte Renaissance). Les éléments sculptés en pierre ornant les baies représentent les motifs de chou frisé, de dragon, d'une femme portant un phylactère, d'anges.

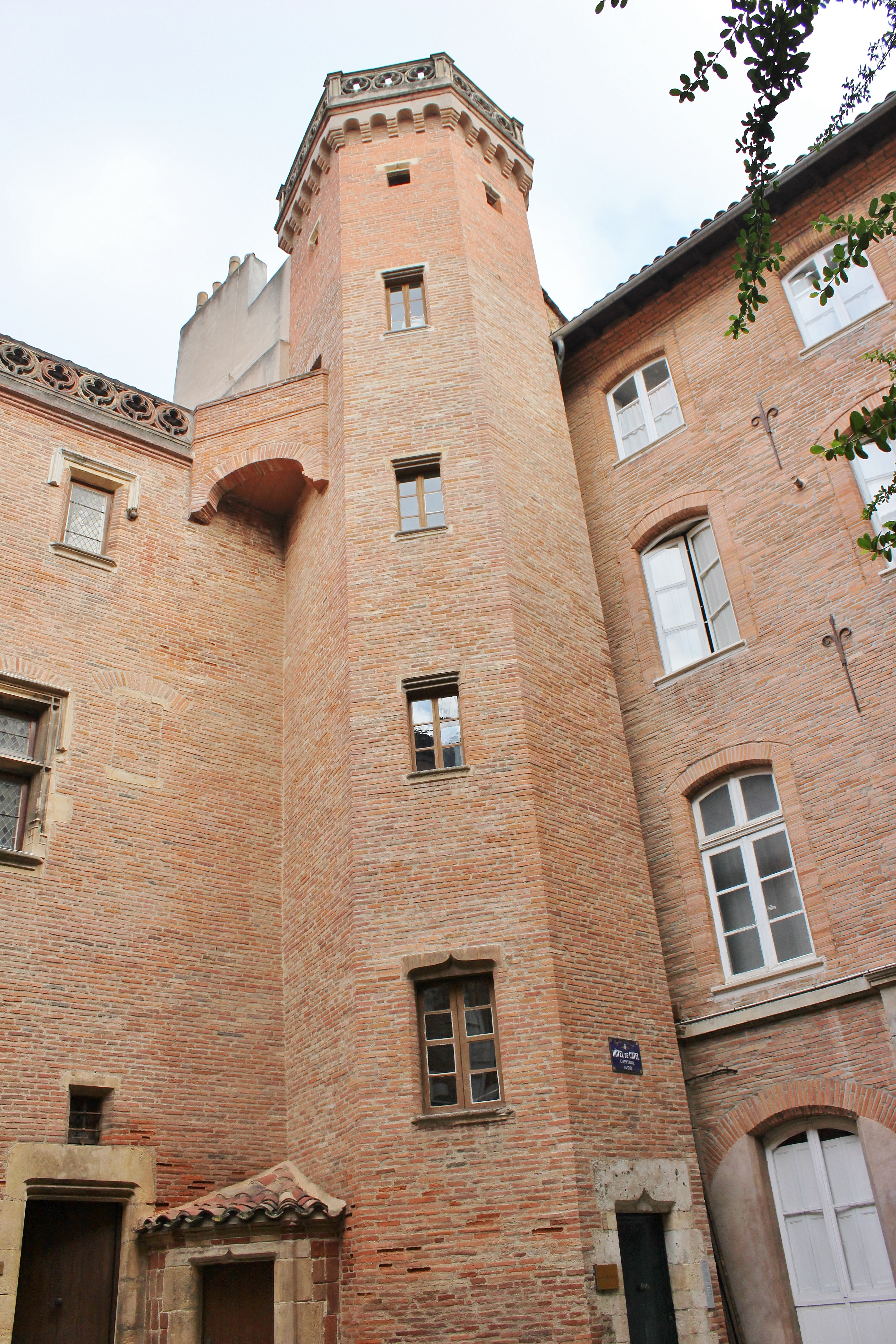
Hôtel du capitoul Jean de Catel.
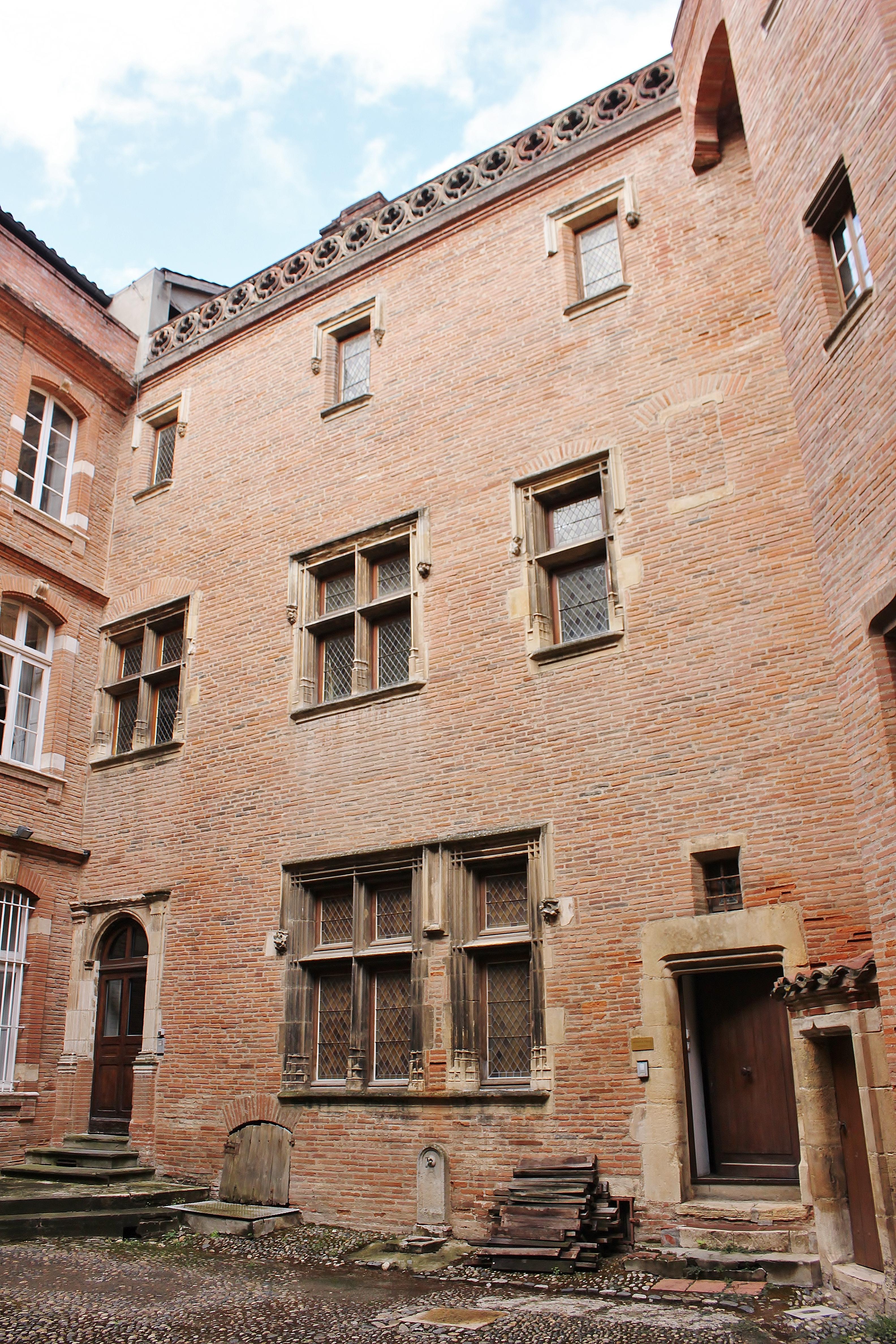
Hôtel de Catel, cour.
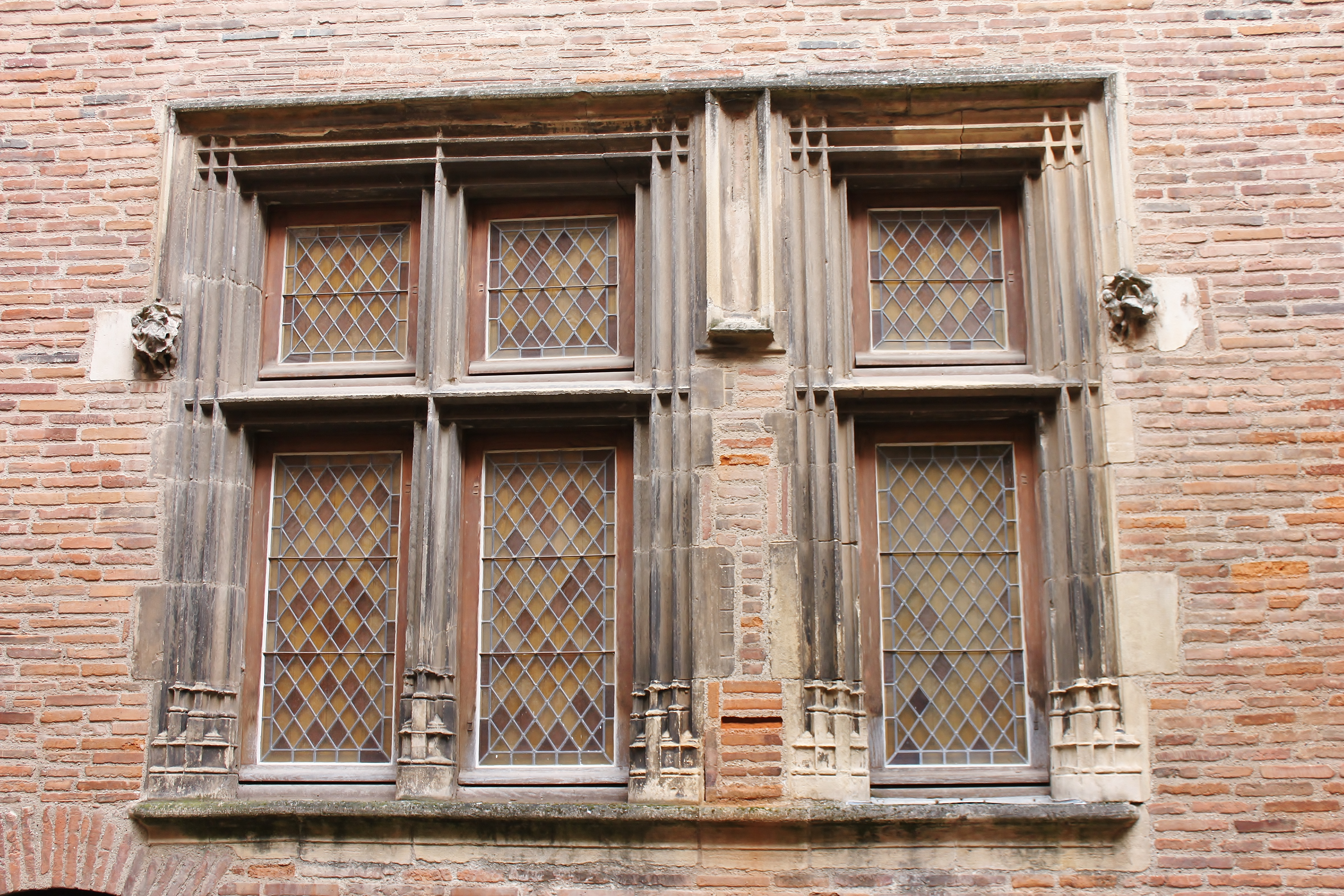
Hôtel de Catel, fenêtres gothiques.
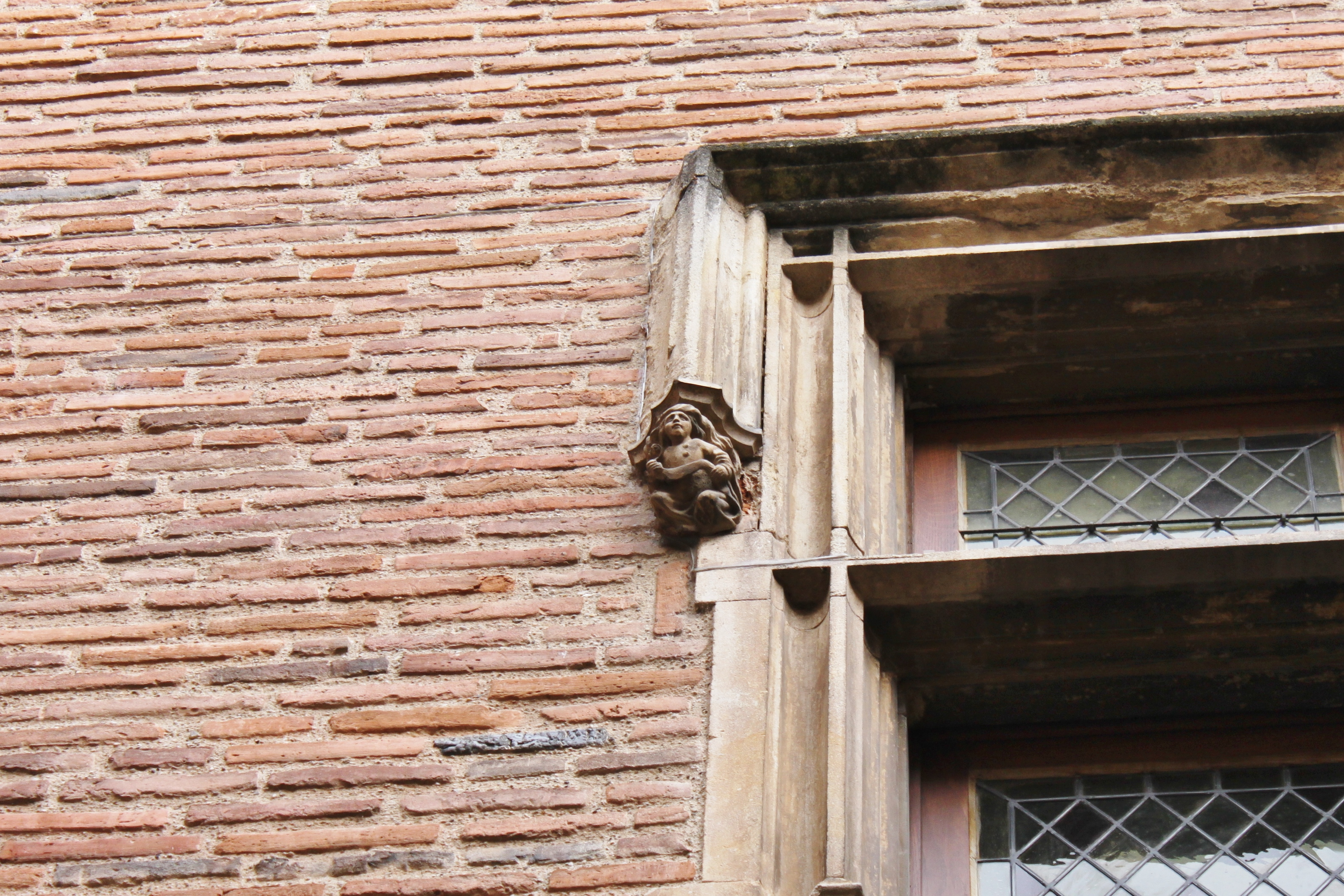
Hôtel de Catel, détail.

#### L'hôtel Delfau
Adresse : 20 rue de la Bourse. Inscrit MH.
C'est dans la rue de la Bourse, dévastée par le grand incendie de 1463, que Pierre Delfau, marchand de pastel, fait bâtir entre 1493 et 1497 un hôtel d'une ampleur nouvelle à Toulouse : la cour intérieure n'est plus une cour de service mais une cour d'honneur aux belles façades. La boutique est couverte de quatre voûtes sur croisée d'ogives retombant sur des culots sculptés de têtes d'anges. À droite de la boutique la belle porte en accolade porte le monogramme du Christ et un écu avec la marque du marchand : dans une bordure ondée, un cœur timbré d'un losange et surmonté d'une croix de Lorraine. Elle ouvre sur un couloir latéral voûté d'ogives sur cinq travées menant à la cour intérieure. Sur la rue les baies gothiques ont malheureusement été remplacées au XVIIIe siècle par de grandes fenêtres, mais elles ont été conservées sur ce même bâtiment côté cour, ainsi que sur la tour d'escalier haute de vingt-deux mètres. Les galeries à arcades qui desservent le bâtiment en fond de cour, aujourd'hui murées, ont été prévues dès l'origine mais sont bâties à la fin du XVIe siècle ou au début du XVIIe, avec un dernier niveau décoré de pilastres doriques et ioniques.

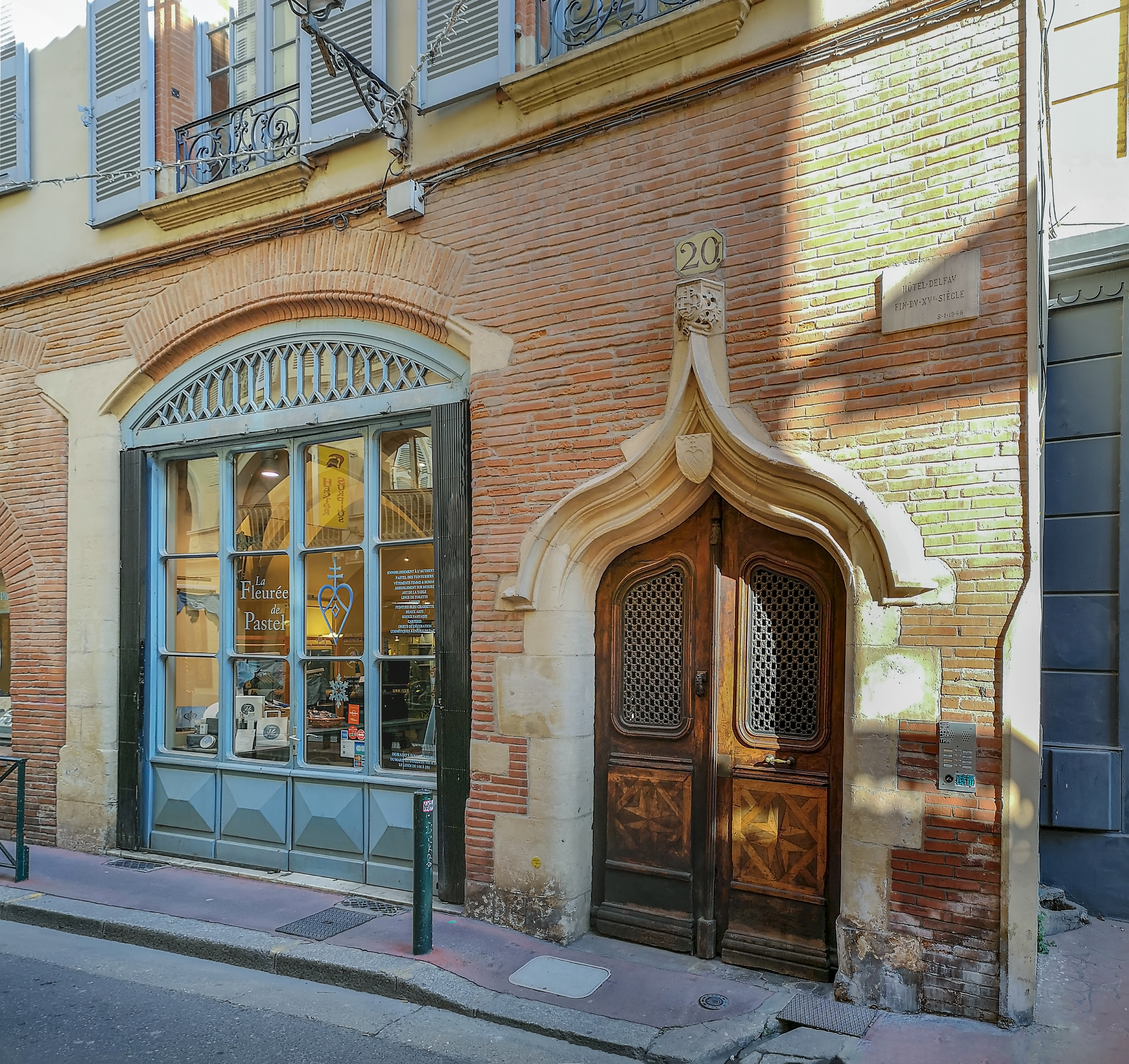
Hôtel de Pierre Delfau.
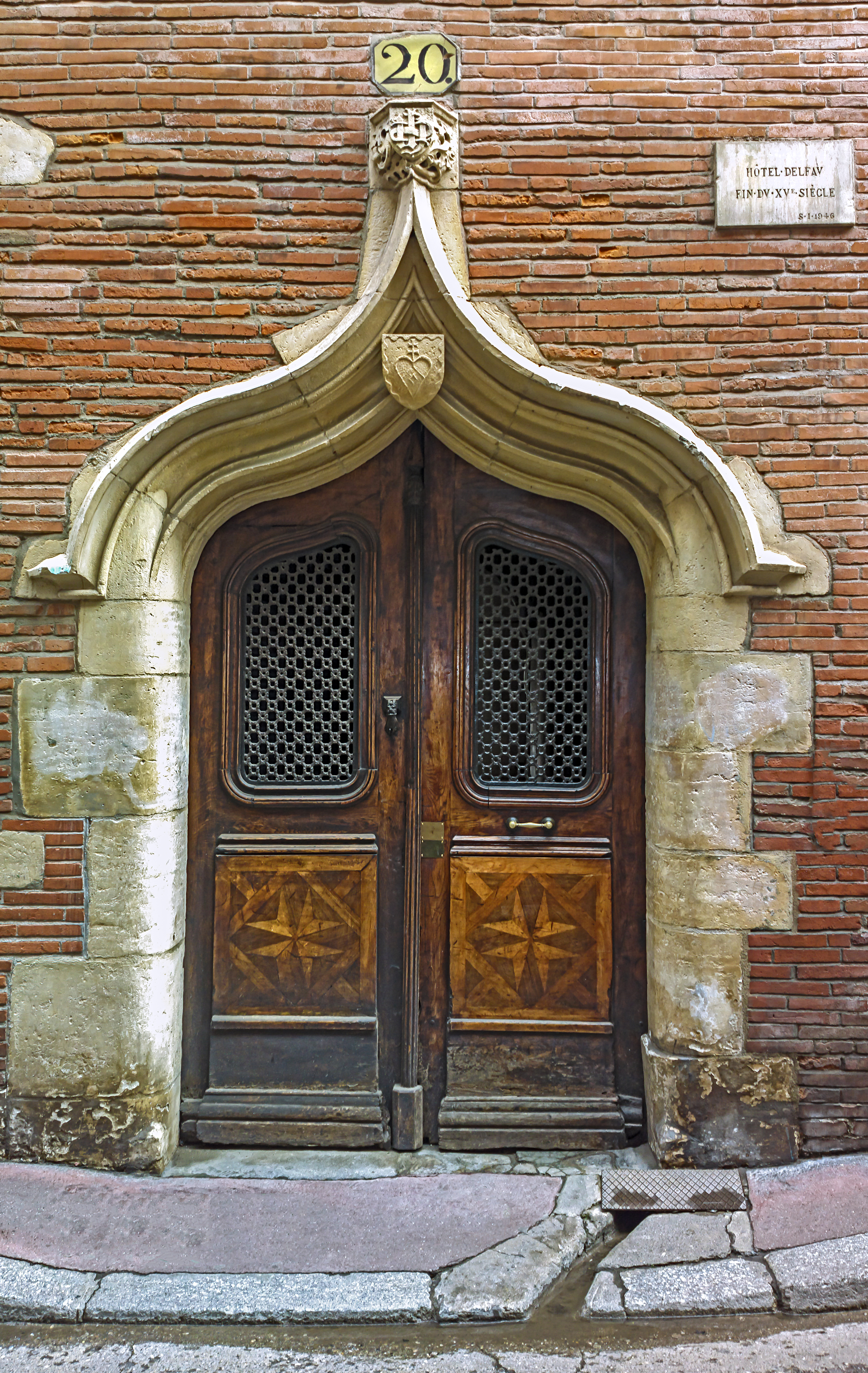
Porte de l'hôtel de Pierre Delfau.
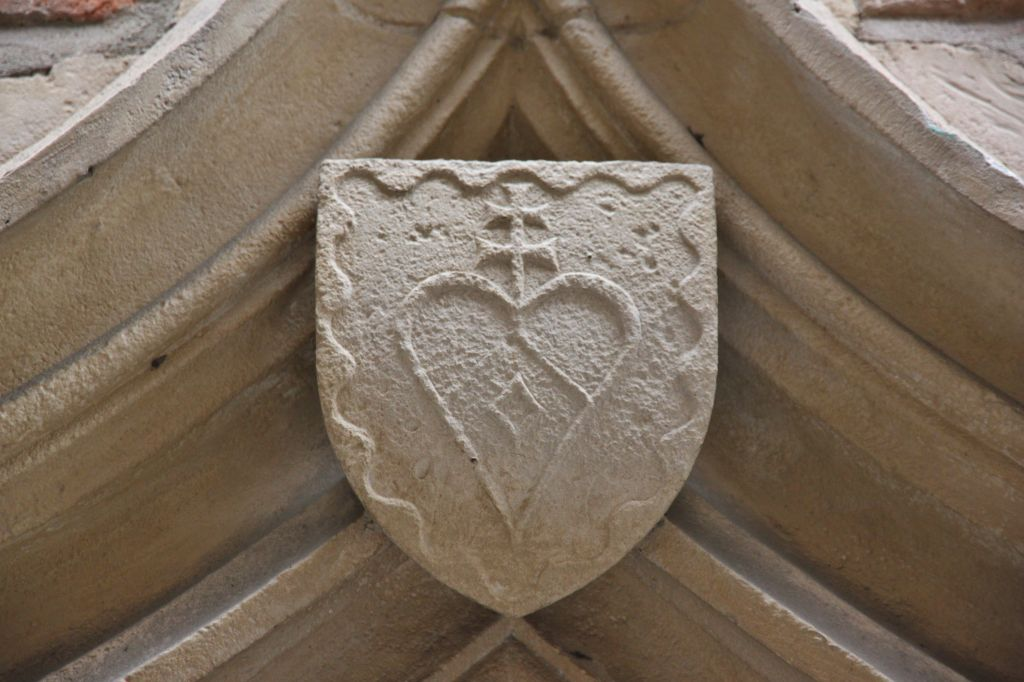
Le blason de Pierre Delfau.
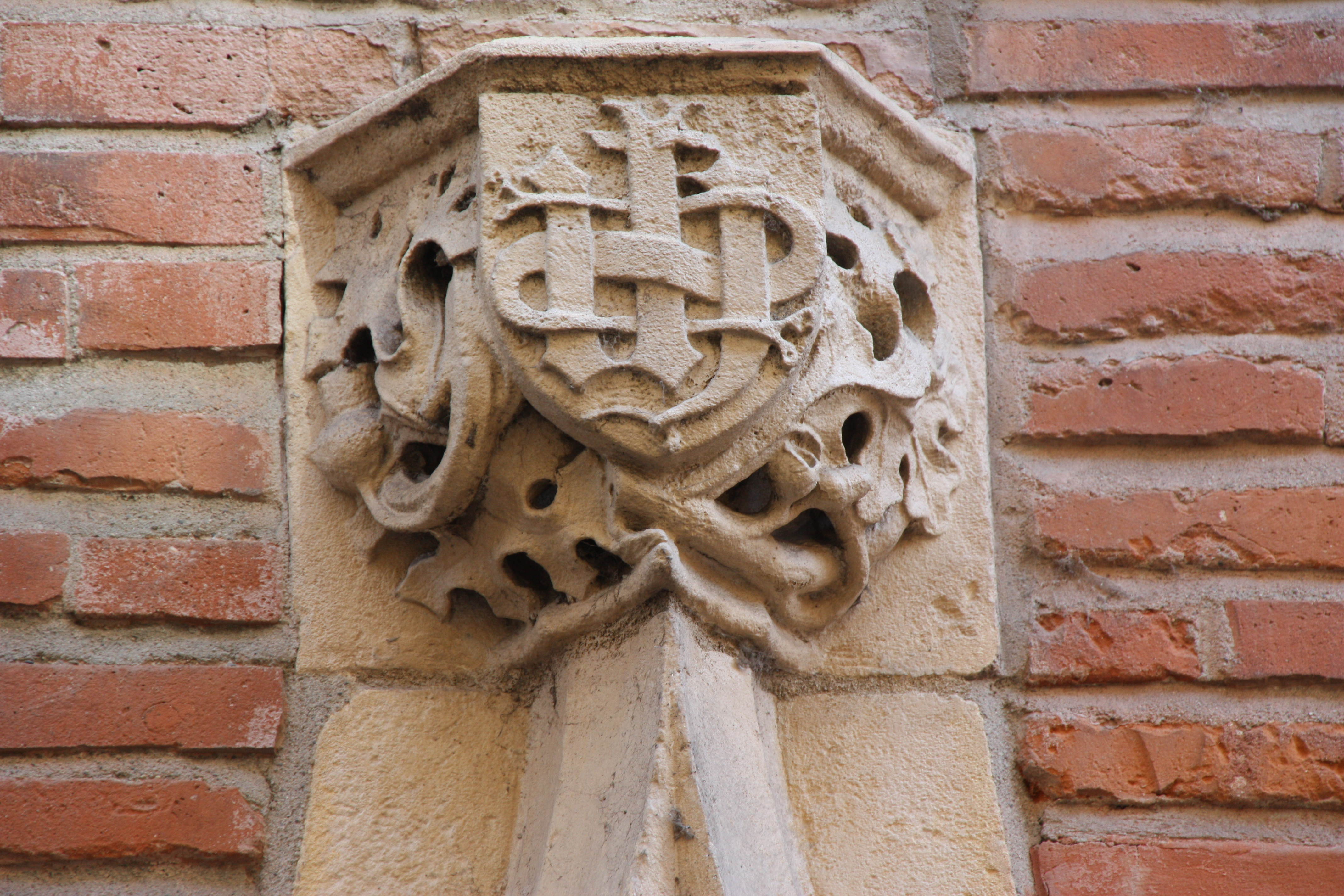
Monogramme du Christ à l'hôtel Delfau.
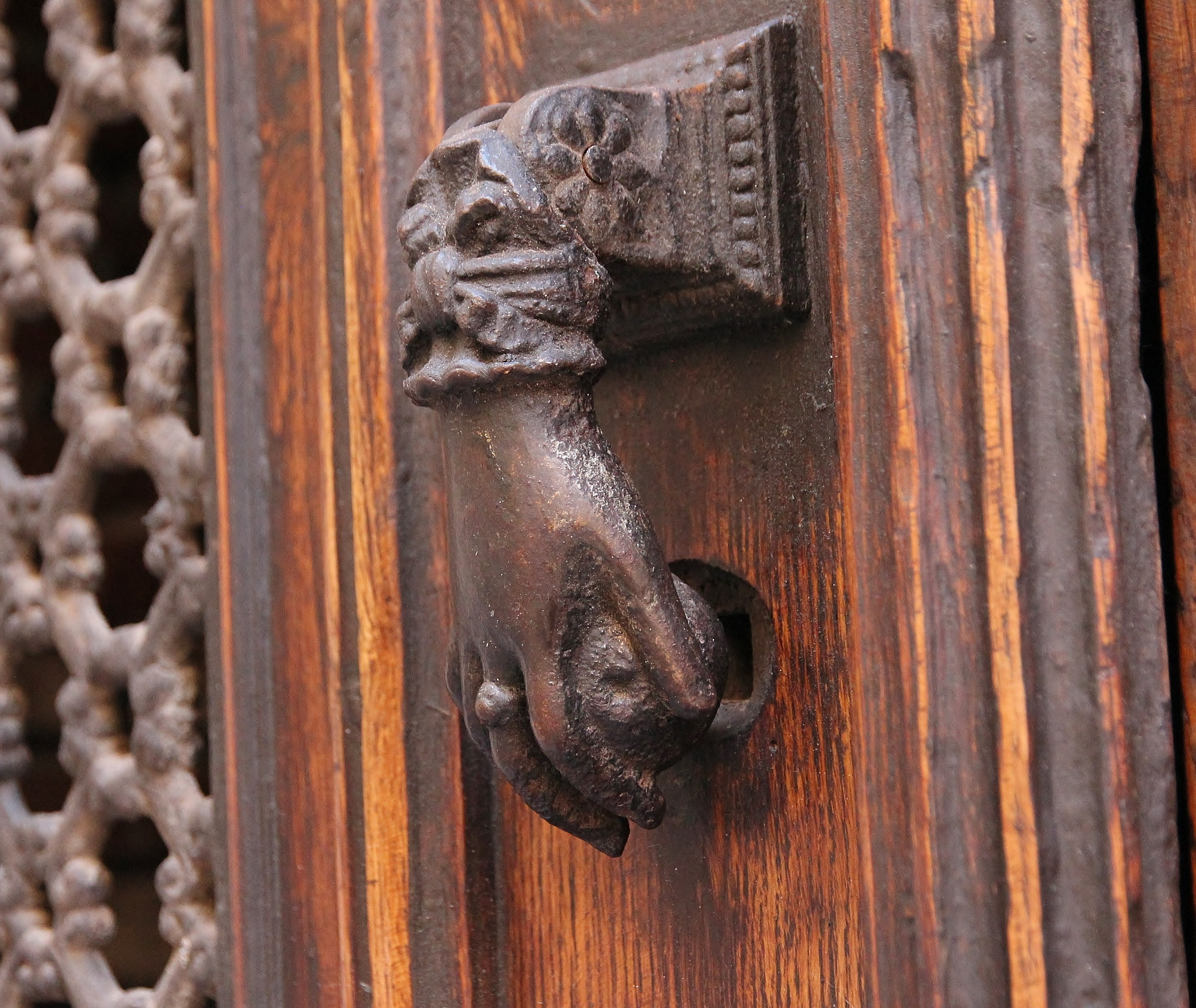
Heurtoir de la porte de l'hôtel Delfau.
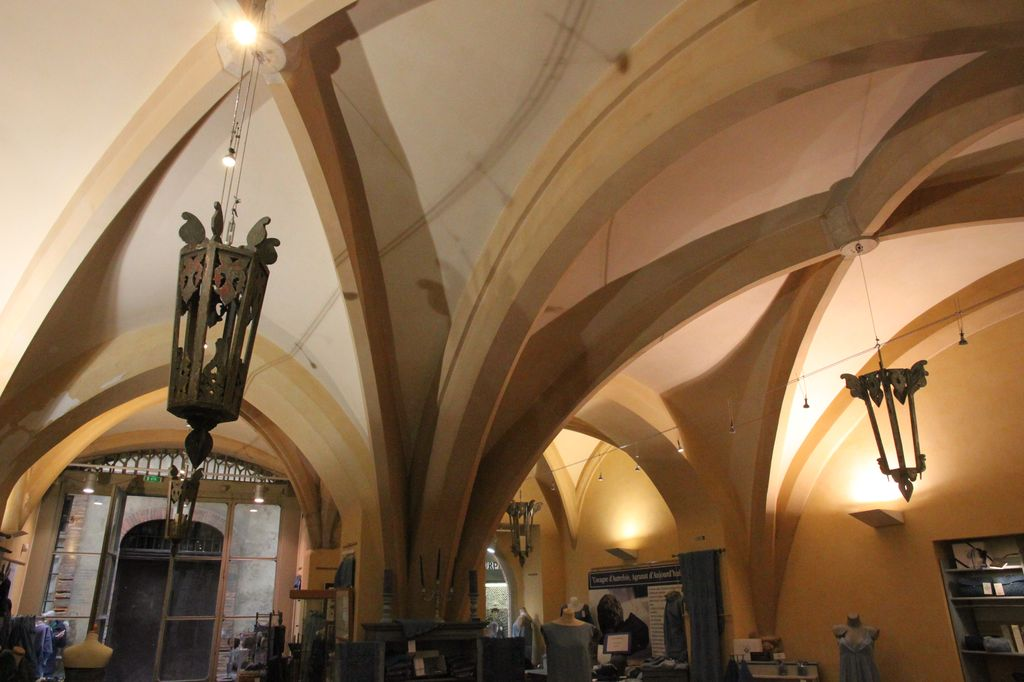
Delfau : voûtes sur croisée d'ogives.
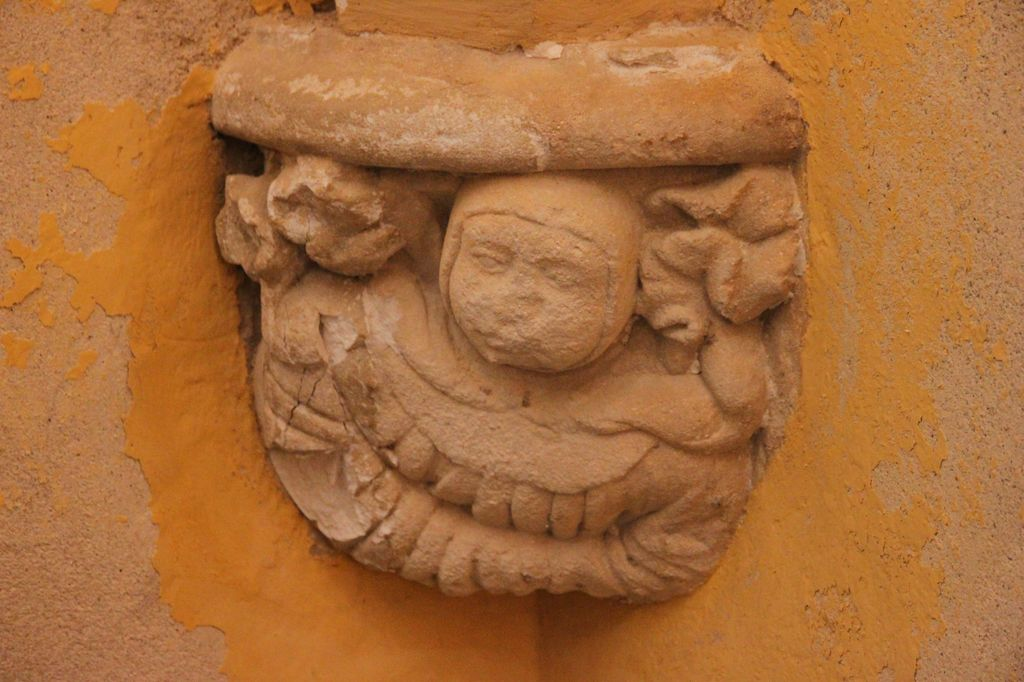
Delfau : culot sculpté.
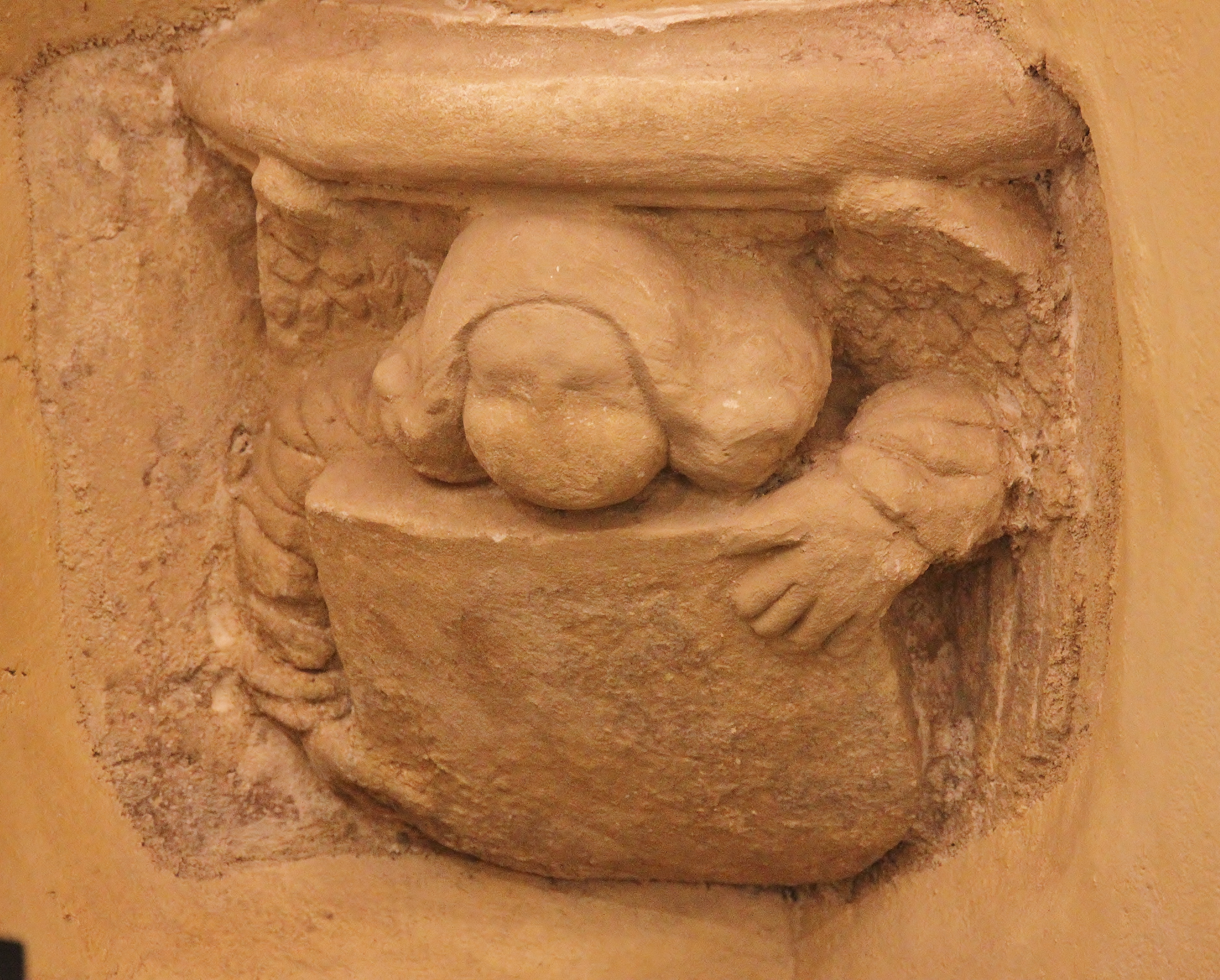
Delfau : culot sculpté.
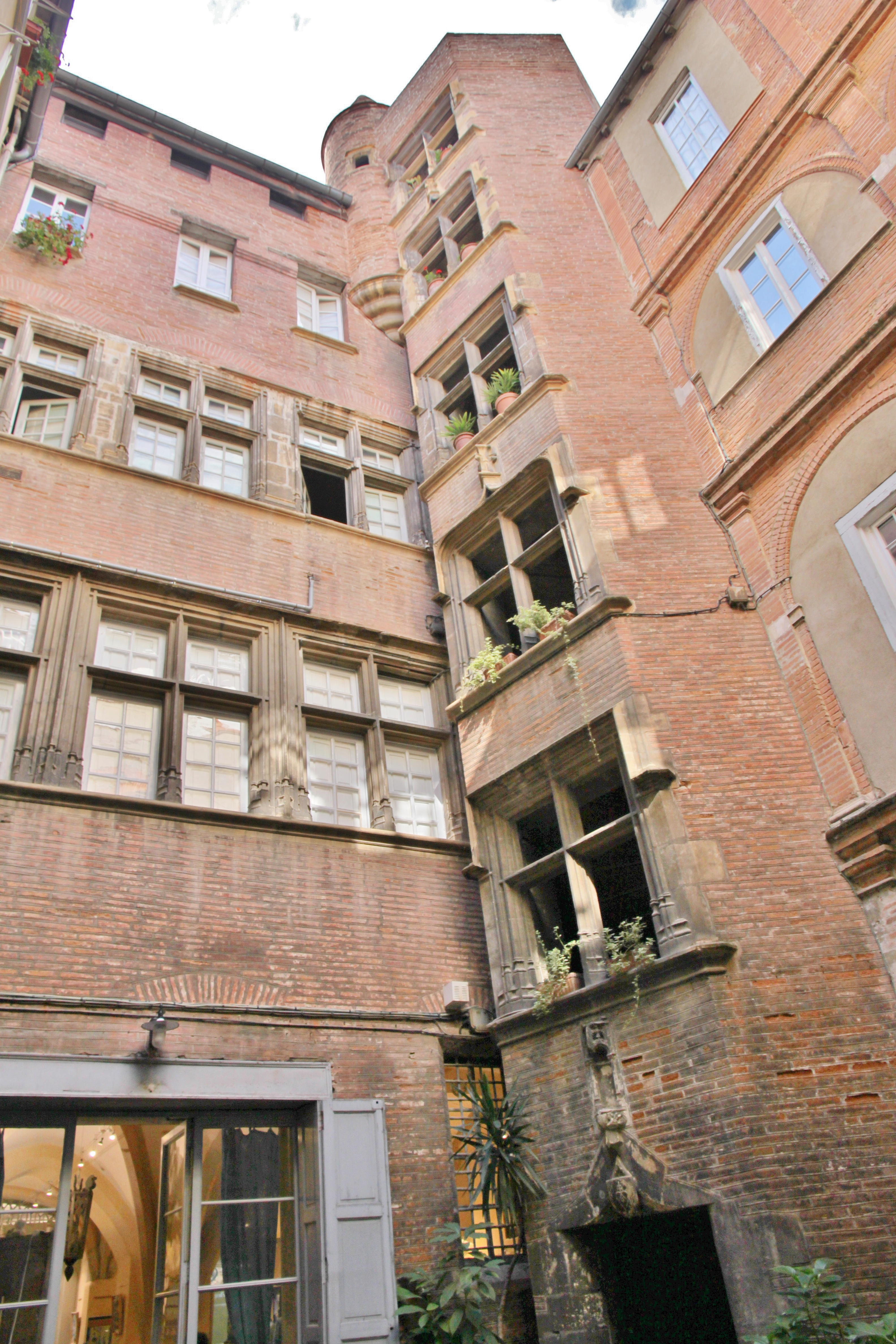
Delfau : la tour dans la cour.
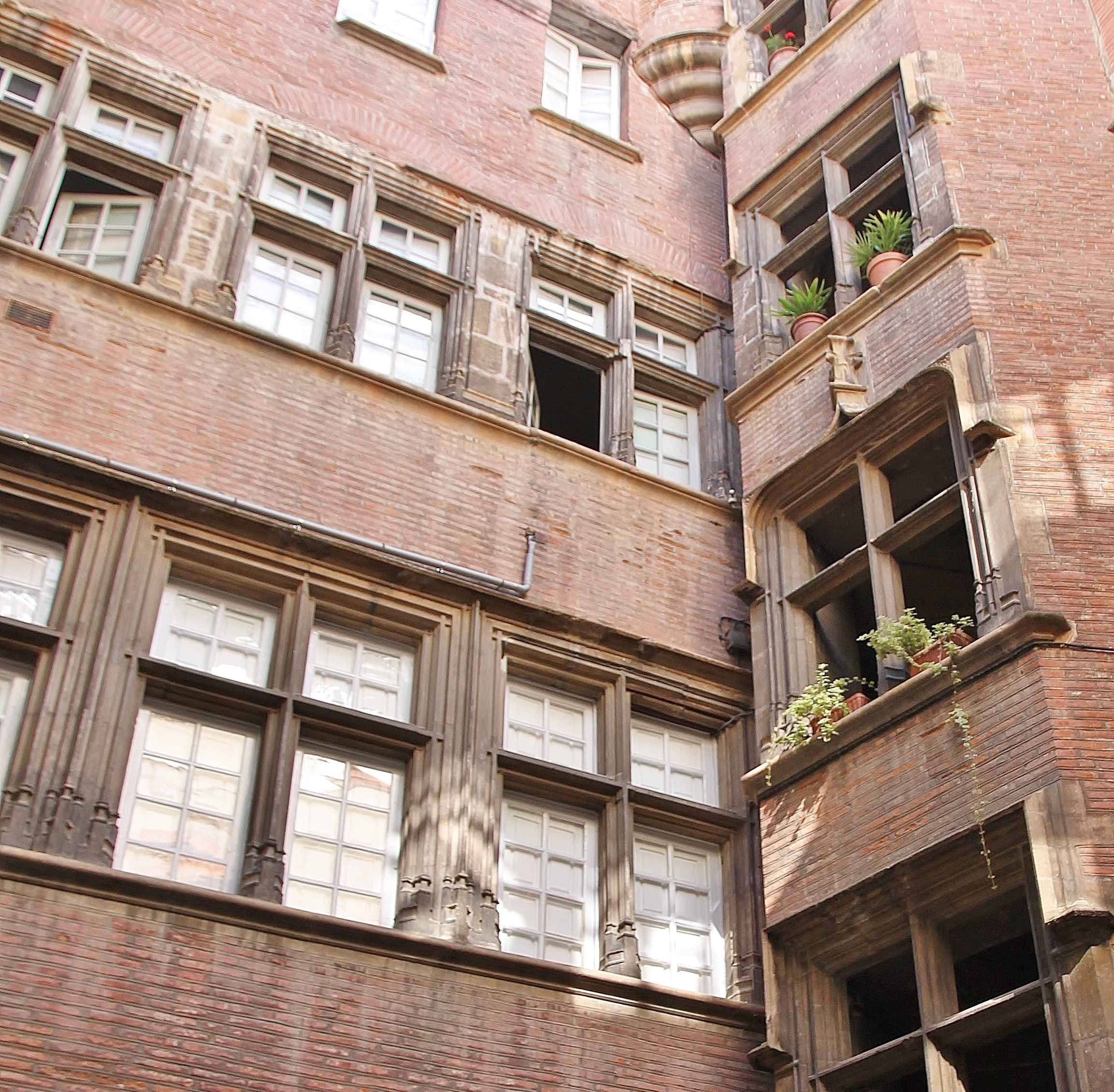
Delfau : fenêtres gothiques dans la cour.
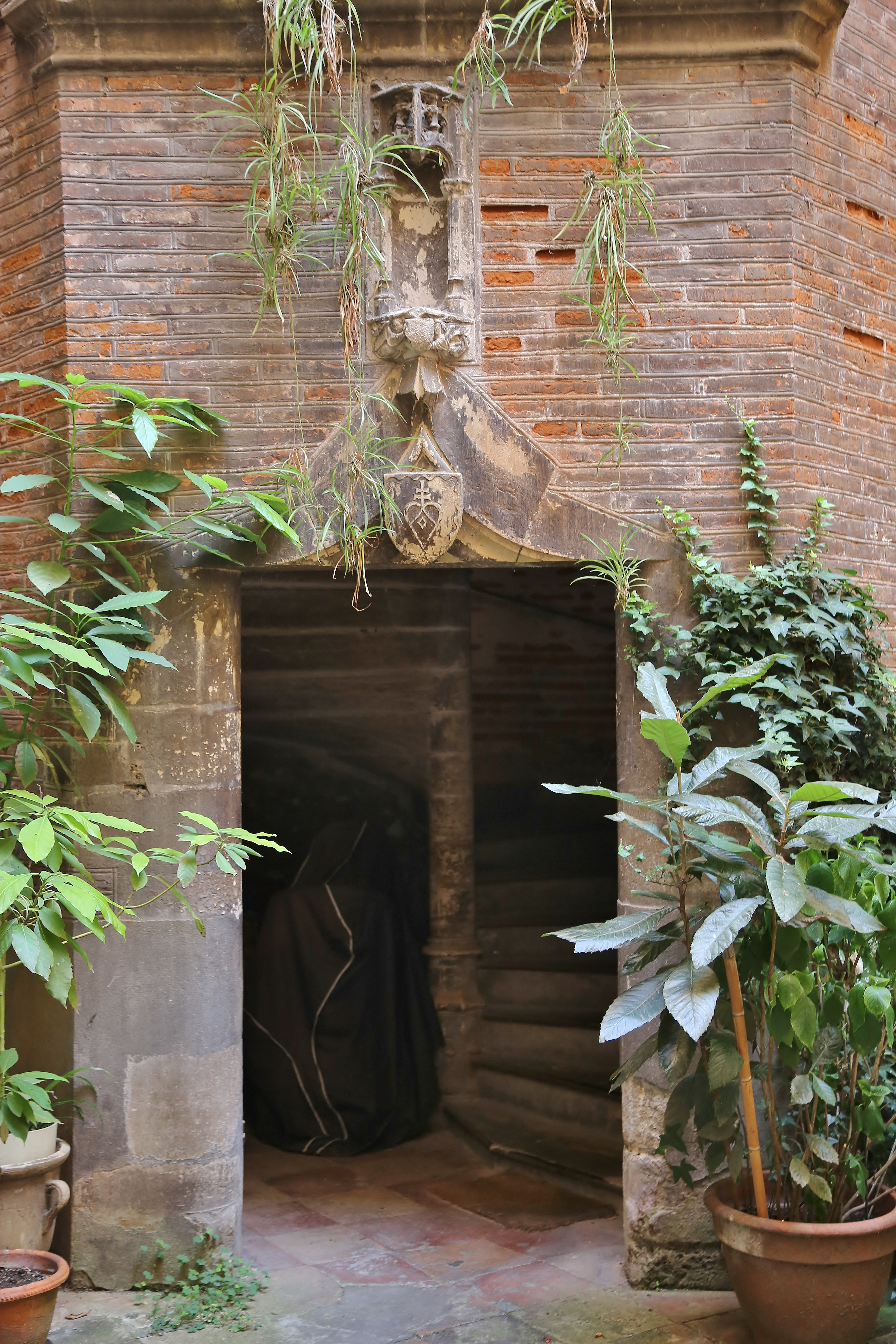
Delfau : porte de la tour.
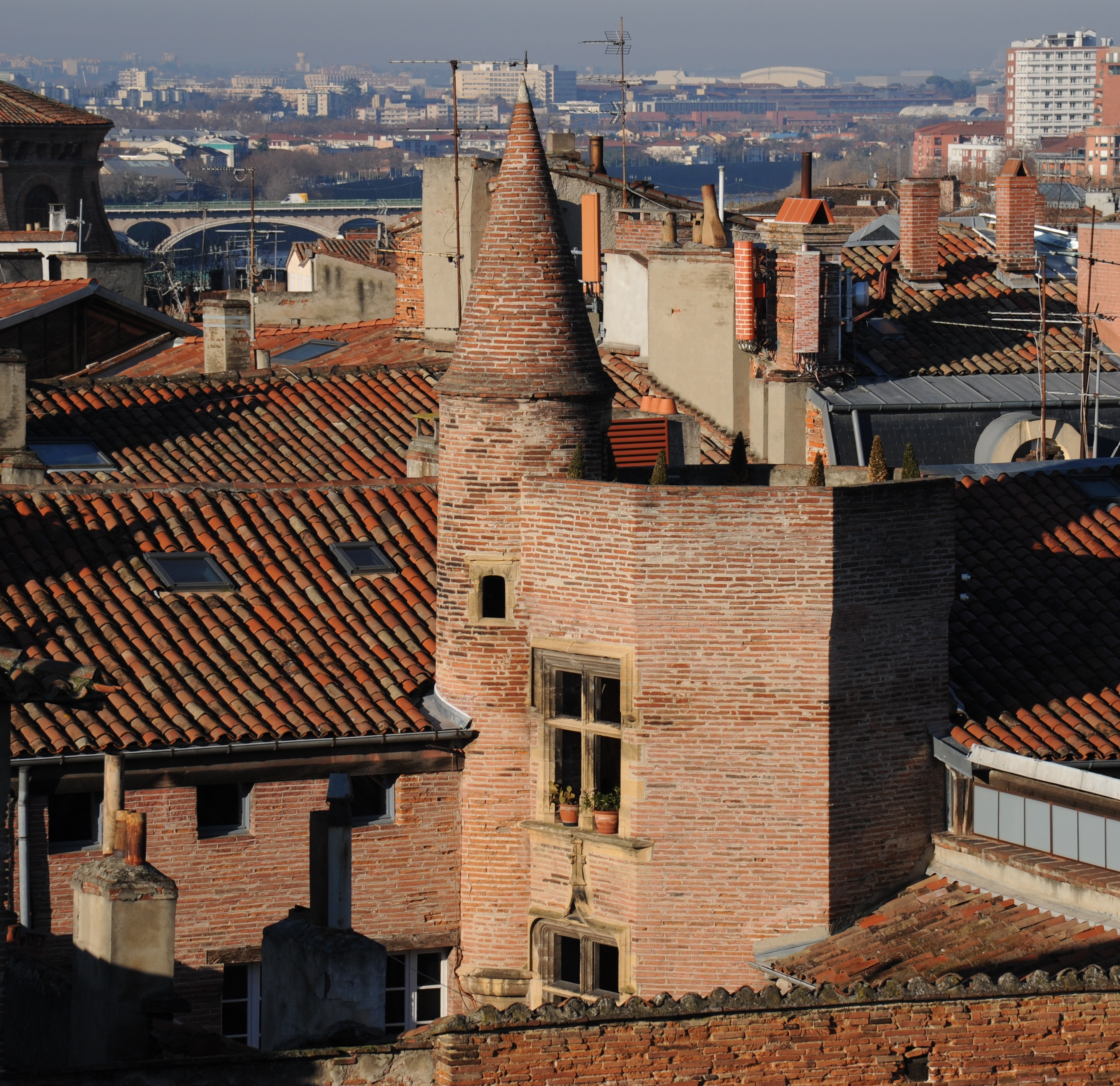
Delfau : sommet de la tour.

#### L'hôtel de Bernuy (parties gothiques)
Adresse : 1 rue Gambetta. Classé MH.
Arrivé d'Espagne à Toulouse en 1499, Jean de Bernuy devient rapidement un grand acteur international dans le commerce du pastel. C'est en 1502 qu'il commence l'édification de son hôtel particulier, tout d'abord par une petite cour gothique où il fait bâtir en 1504 une grande tour d'escalier par le maçon Merigo Cayla. Un soin tout particulier est apporté à cette tour : garde-corps flamboyant, nombreuses gargouilles, trompe de pierre à la base de la tourelle, fenêtres pliées sur l'angle, médaillons (aujourd'hui très abîmés) au-dessus des fenêtres, et une pièce haute sous la terrasse. La façade sur rue s'inscrit dans la tradition du gothique flamboyant avec son portail en accolade et ses choux frisés.

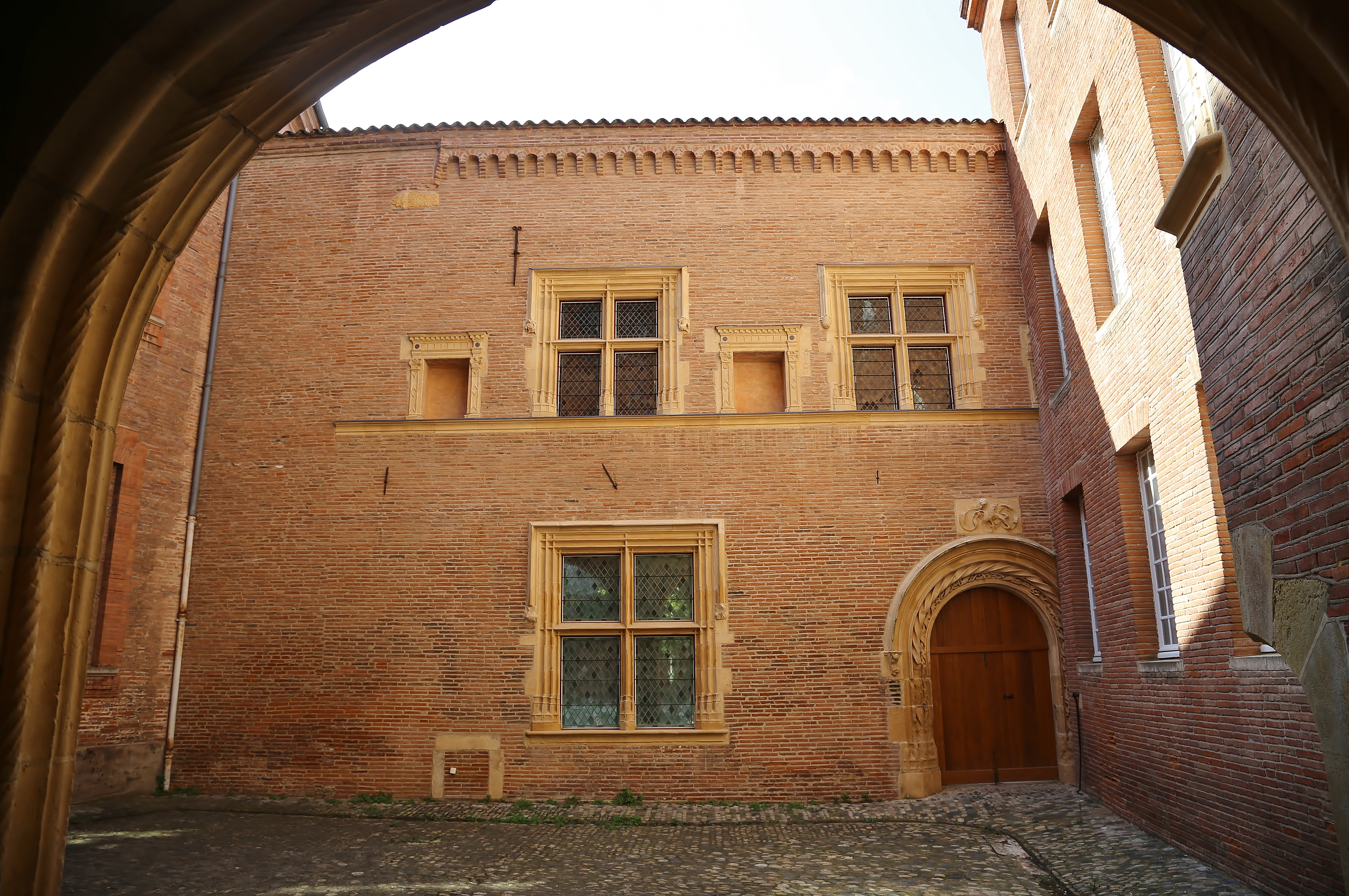
Hôtel de Bernuy, cour gothique.
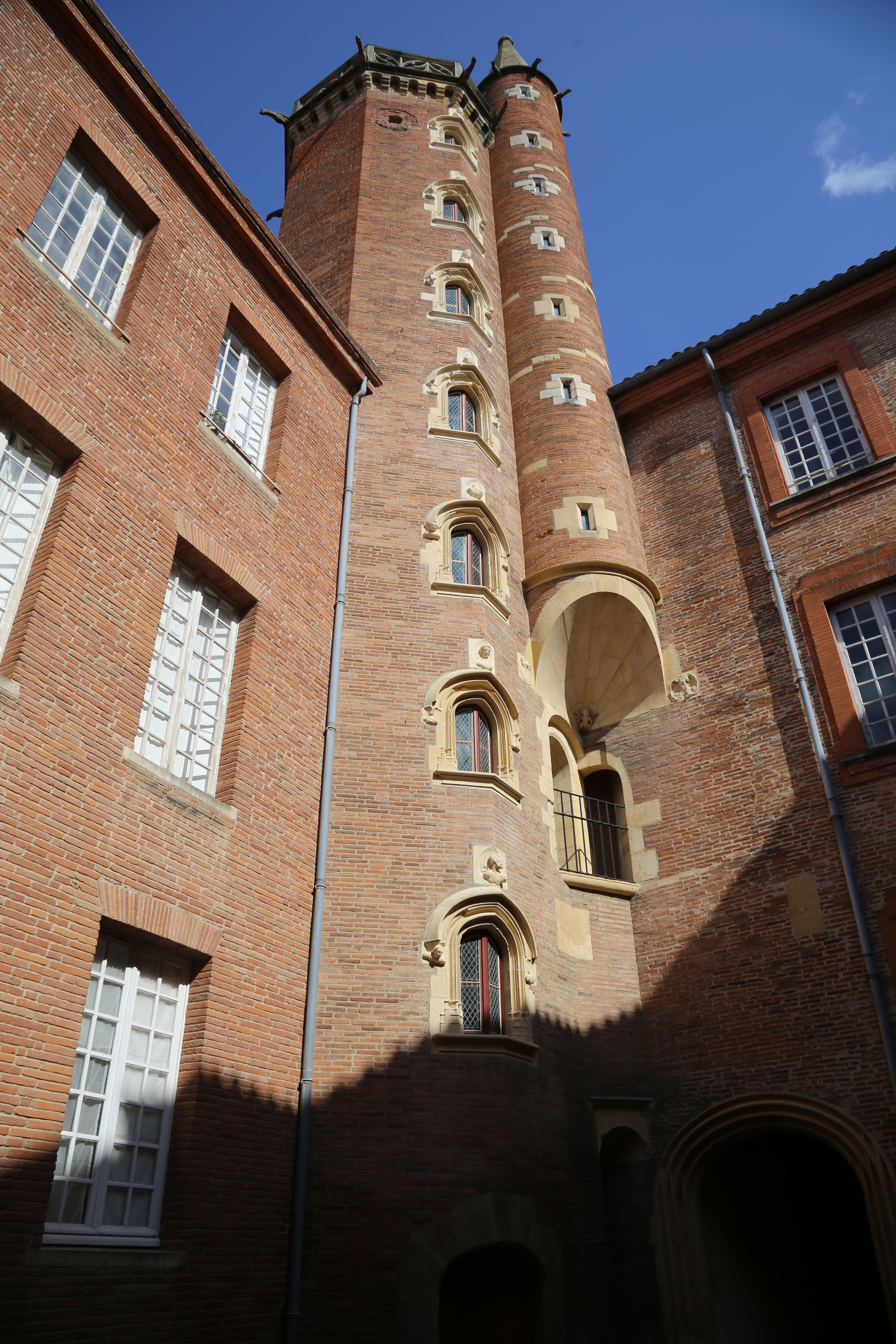
Hôtel de Bernuy, tour gothique.
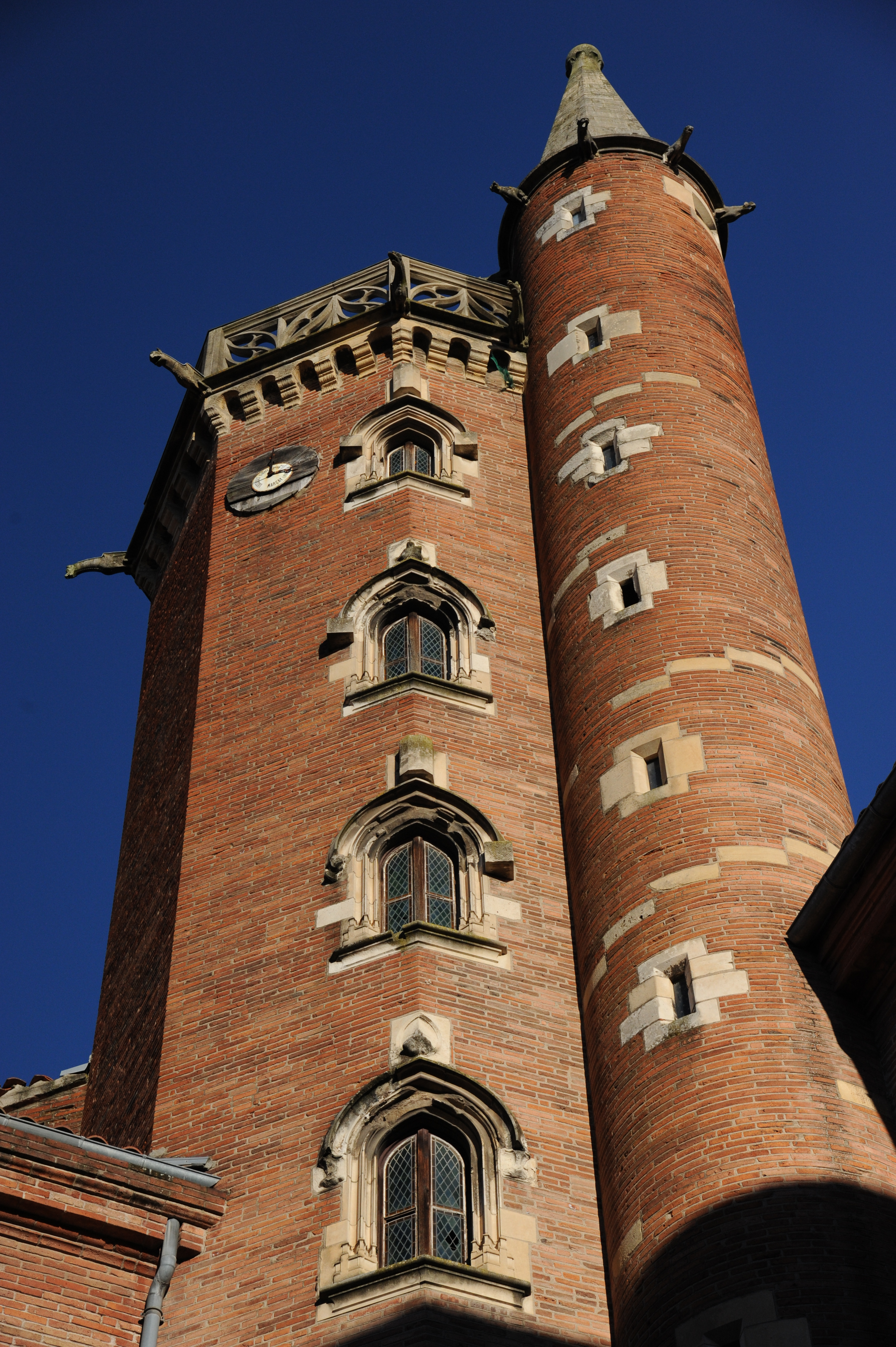
Sommet de la tour de Bernuy.
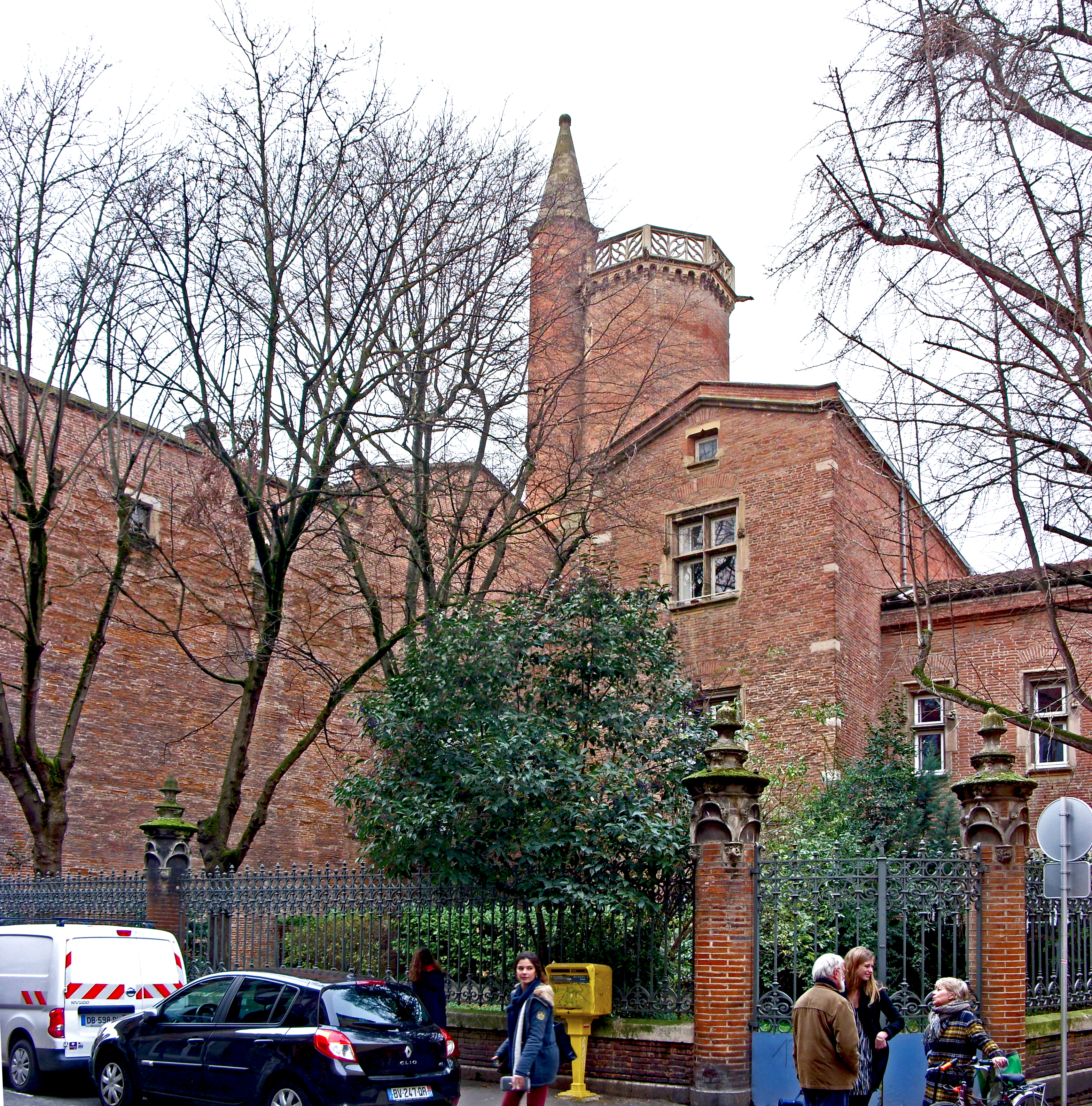
Hôtel de Bernuy, tour vue de la rue.
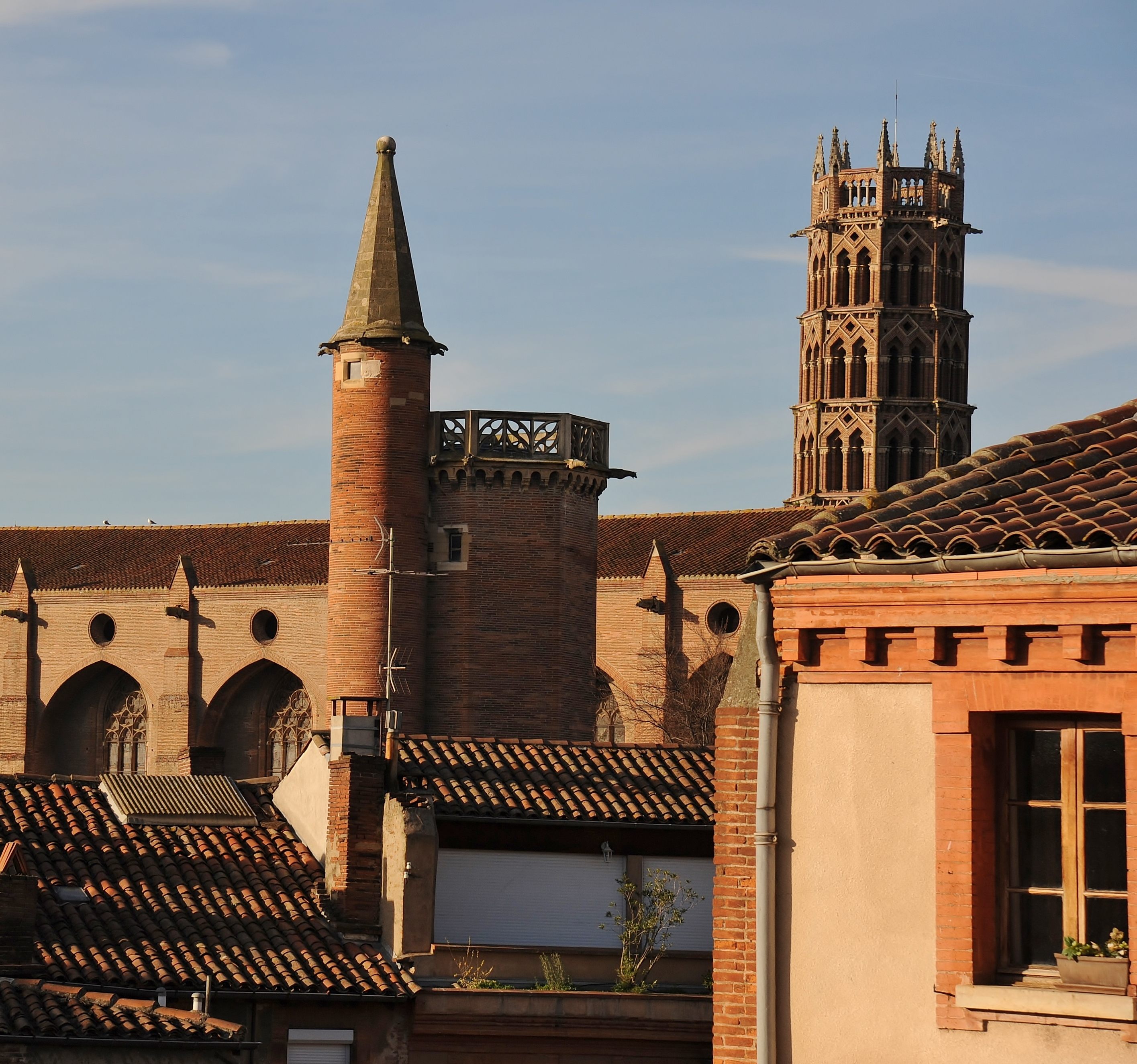
La tour de Bernuy au-dessus des toits.
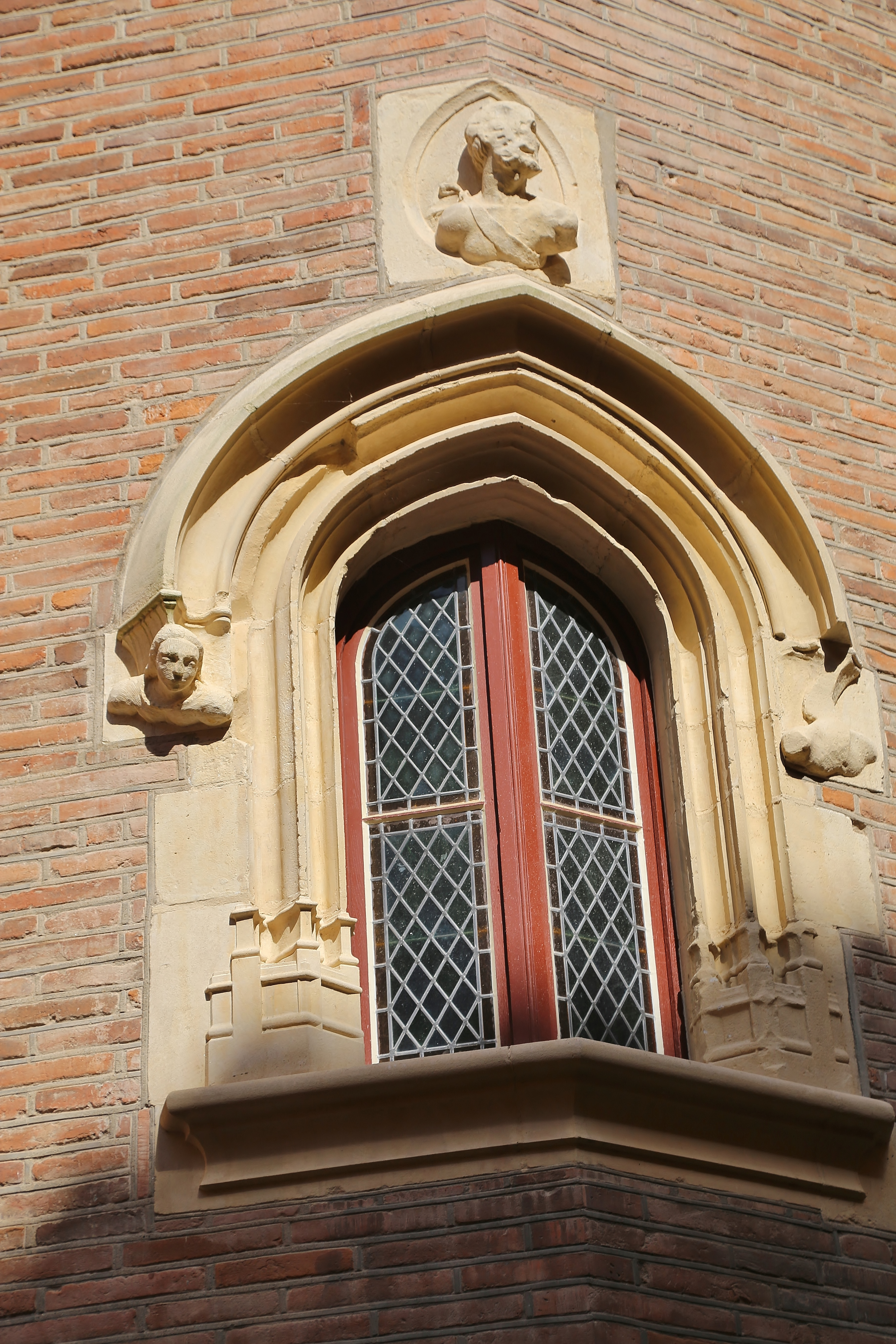
Tour de Bernuy, fenêtre sur angle.
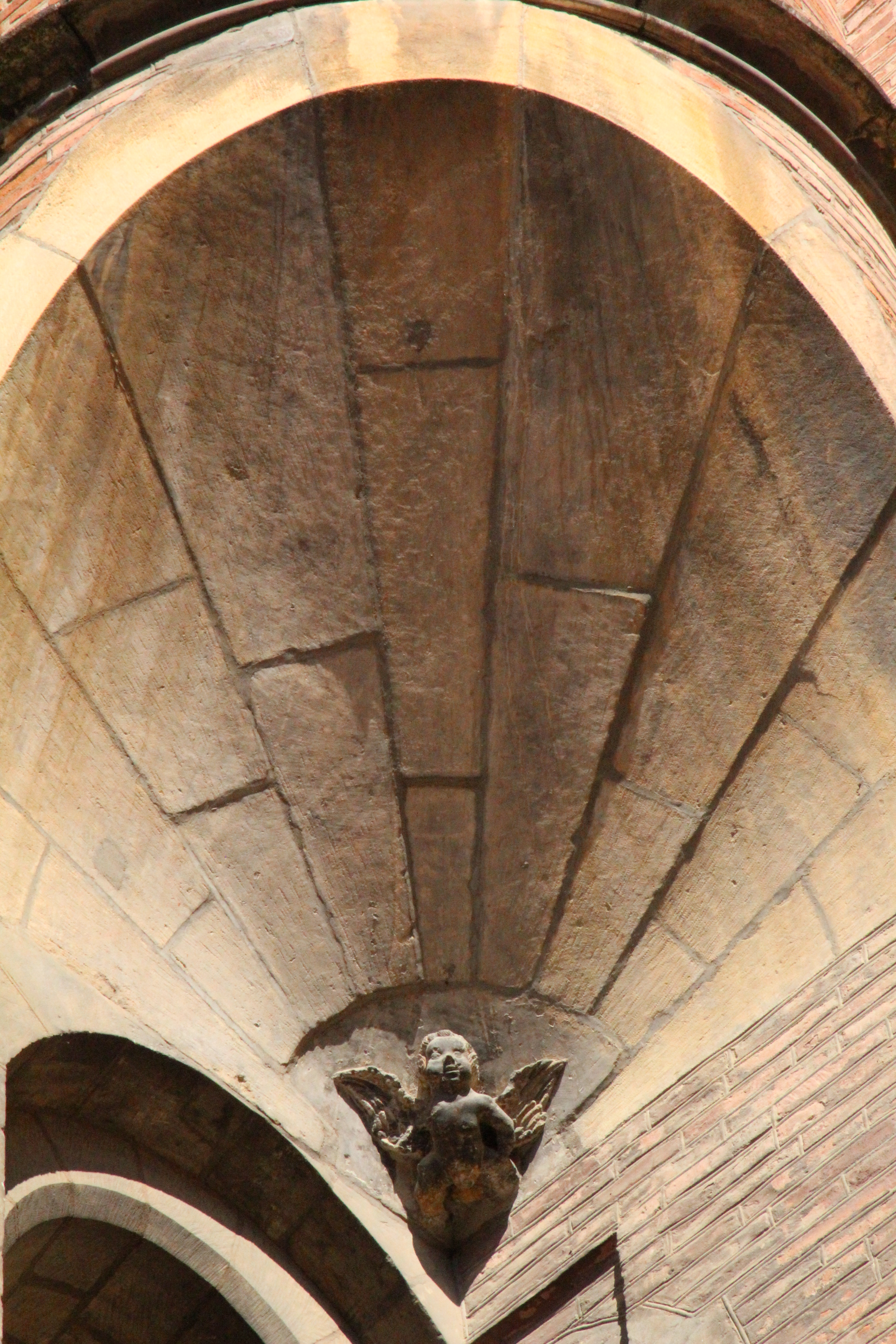
Tour de Bernuy, trompe de la tourelle.
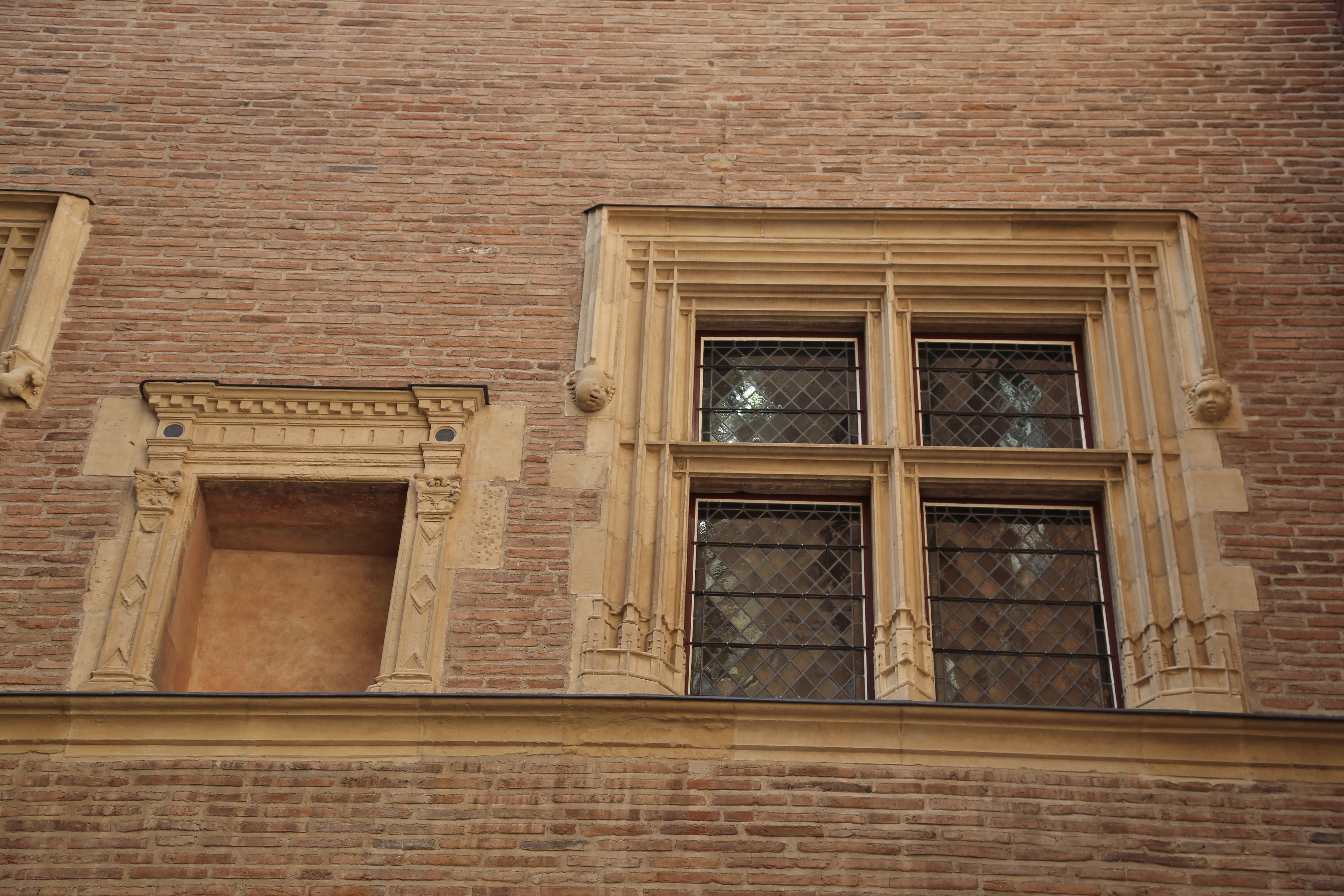
Bernuy : fenêtres dans la cour gothique.
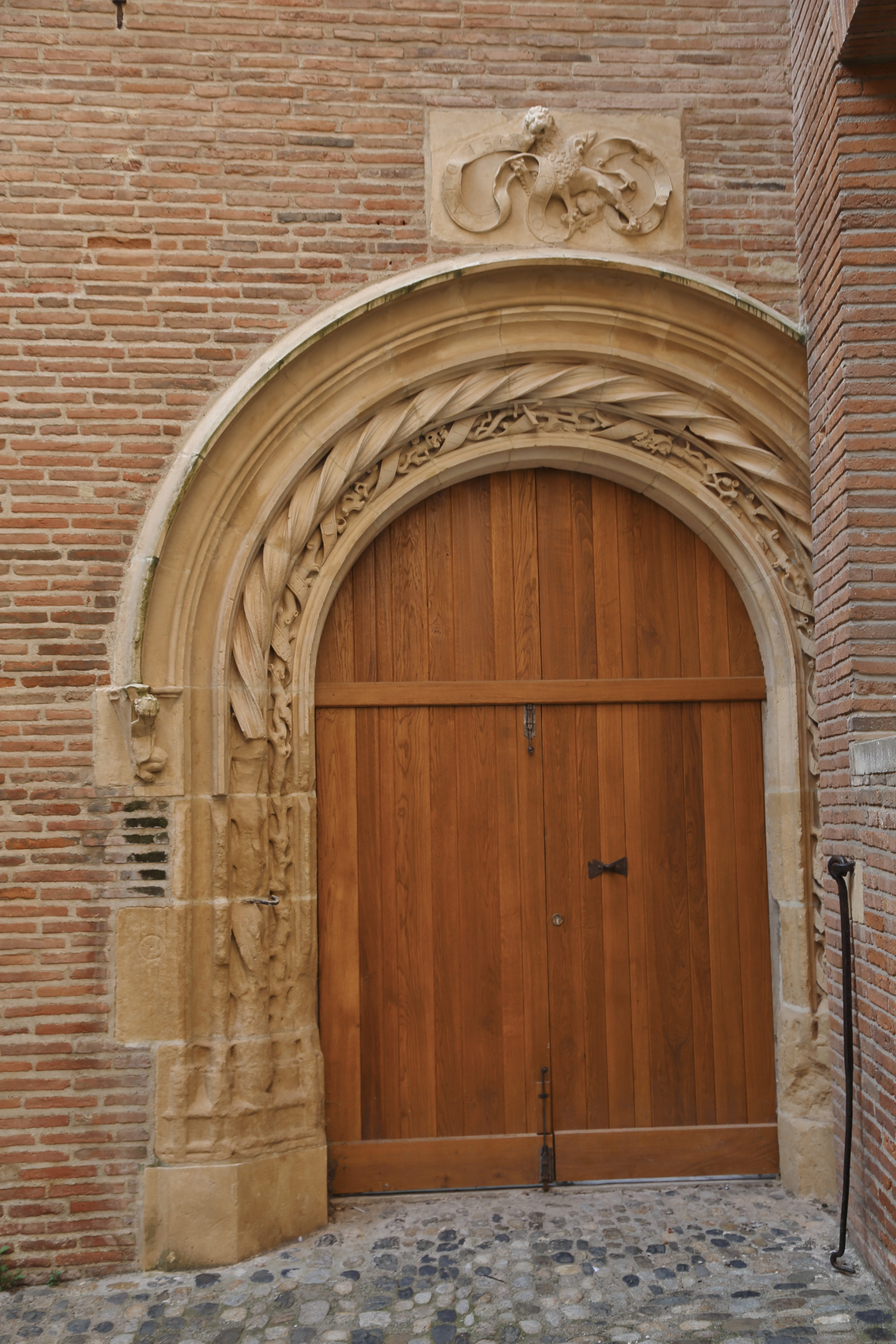
Bernuy : porte dans la cour gothique.
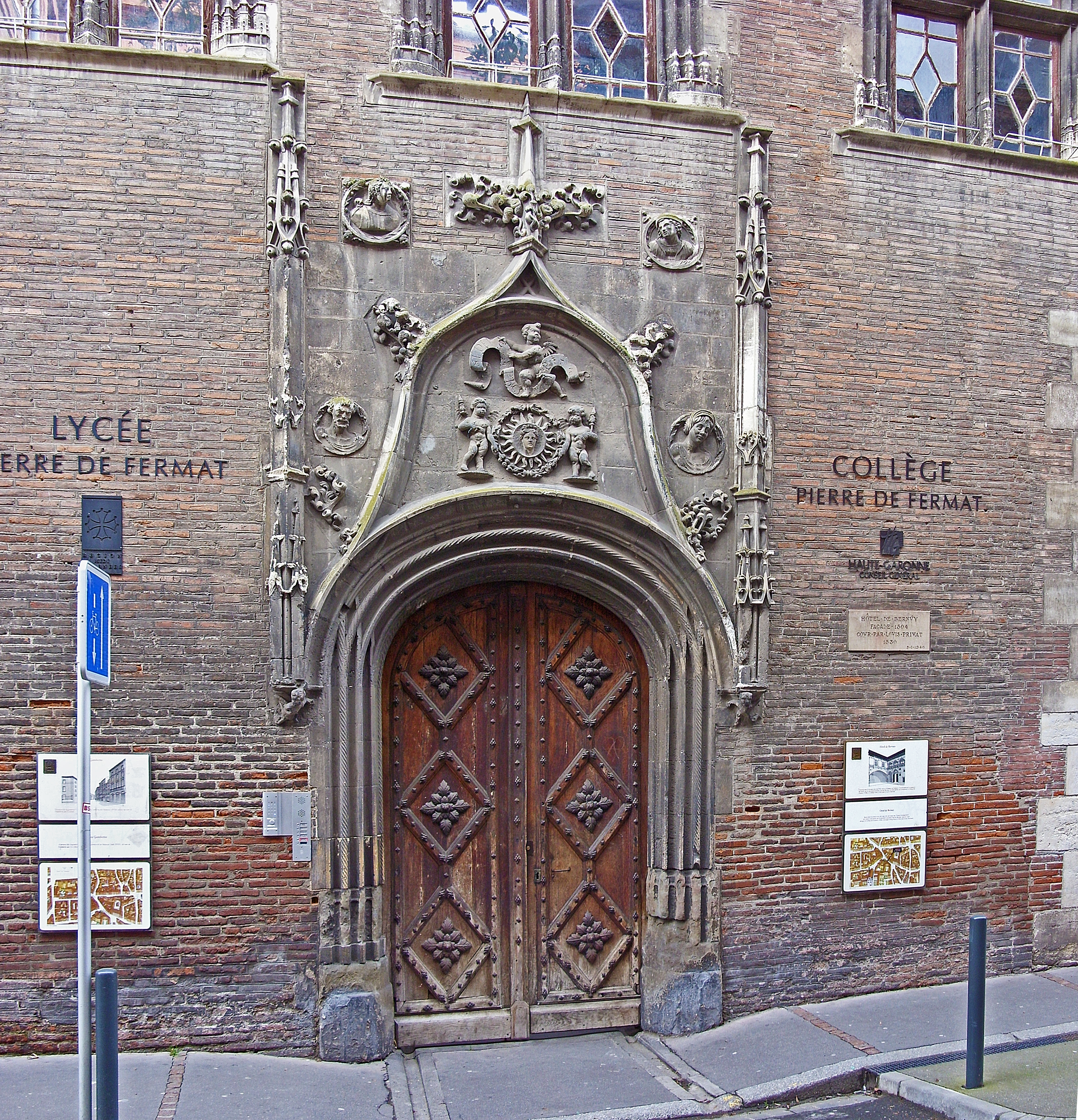
Hôtel de Bernuy, le portail d'entrée.
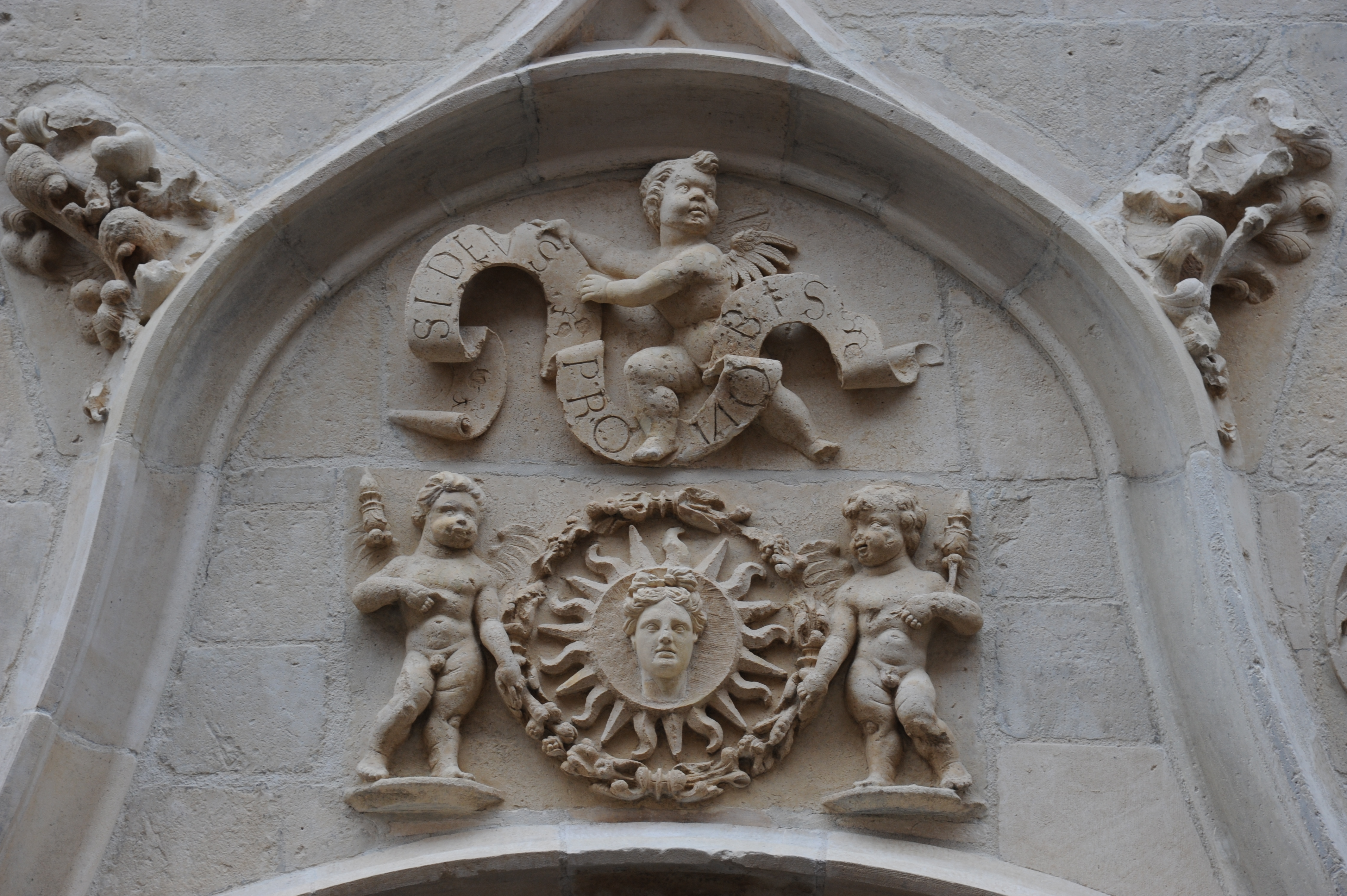
Hôtel de Bernuy, détail du portail.
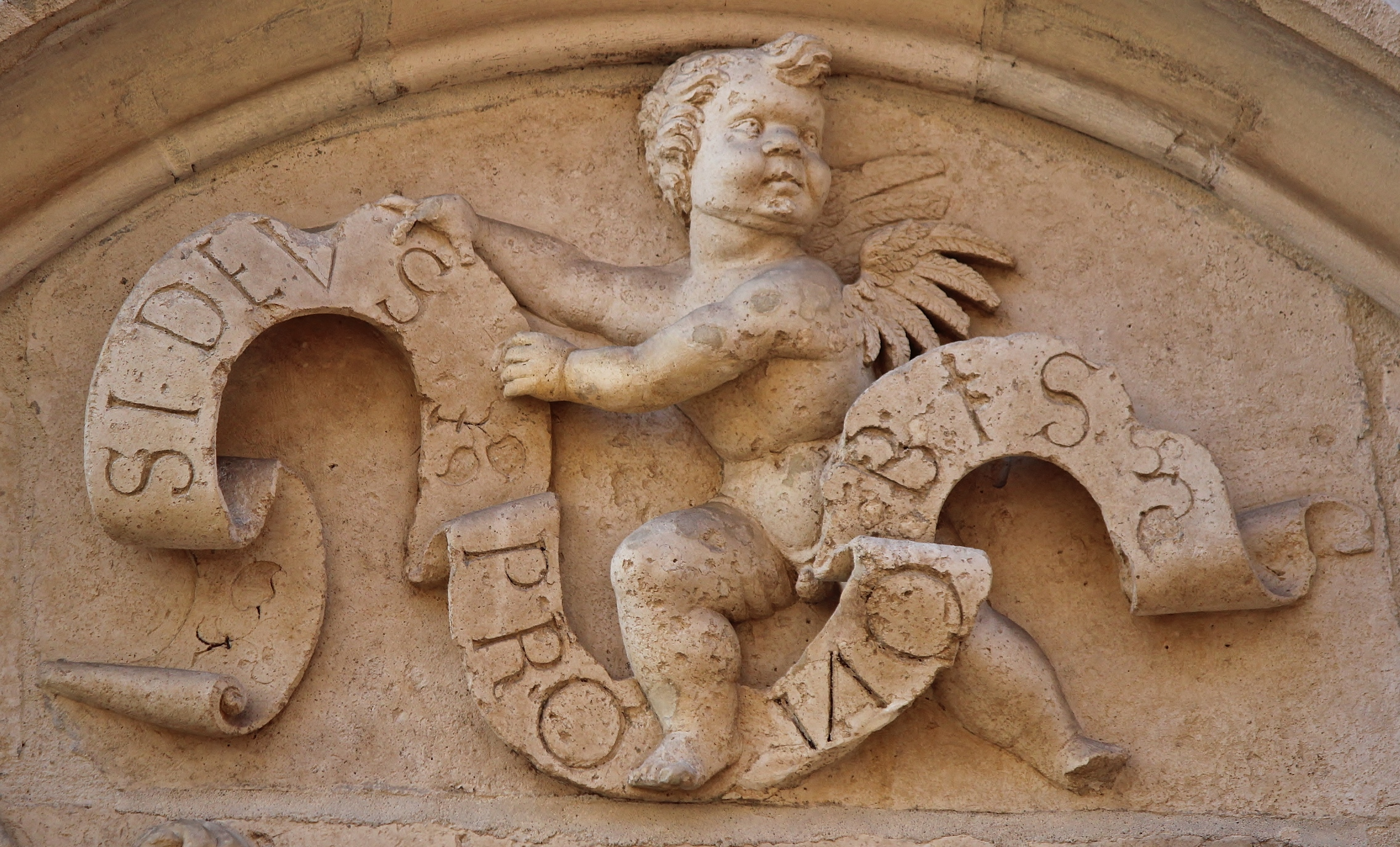
Hôtel de Bernuy : devise SI DEUS PRO NOBIS (Si Dieu est avec nous).

## La Renaissance
À la Renaissance, Toulouse connut un âge d'or. La présence dans la ville du deuxième parlement de France, du siège d'un vaste archevêché, d'une université réputée et d'une bourgeoisie marchande et financière à l'opulence et aux ambitions croissantes entretint un climat d'émulation sociale dans lequel il était important de s'afficher. Les répercussions sur le paysage urbain ne se firent pas attendre : Toulouse se dota en quelques décennies d'une remarquable parure d'hôtels particuliers, au point qu'à la fin du XVIe siècle l'érudit Joseph Juste Scaliger décrivait Toulouse comme la plus belle ville de France : « Toulouse était bâtie de sapins, il y a 70 ans ; le feu s'y prit, il brûla 800 maisons ; depuis ils ont bâti de brique et de marbre. C'est la plus belle ville de France. Ce sont des palais que les maisons. ».
Parmi la vingtaine d'hôtels particuliers Renaissance toulousains parvenus plus ou moins intacts jusqu'à notre époque, le poids des marchands de pastel, s'il est emblématique, ne doit cependant pas être surestimé. On leur doit principalement deux des plus célèbres hôtels particuliers de Toulouse : l’hôtel d'Assézat et l’hôtel de Bernuy, ainsi qu'une partie de l’hôtel Boysson-Cheverry. Mais la majorité des autres hôtels Renaissance furent bâtis par des parlementaires, et le reste par des marchands qui ne faisaient pas commerce du pastel ou par des médecins.

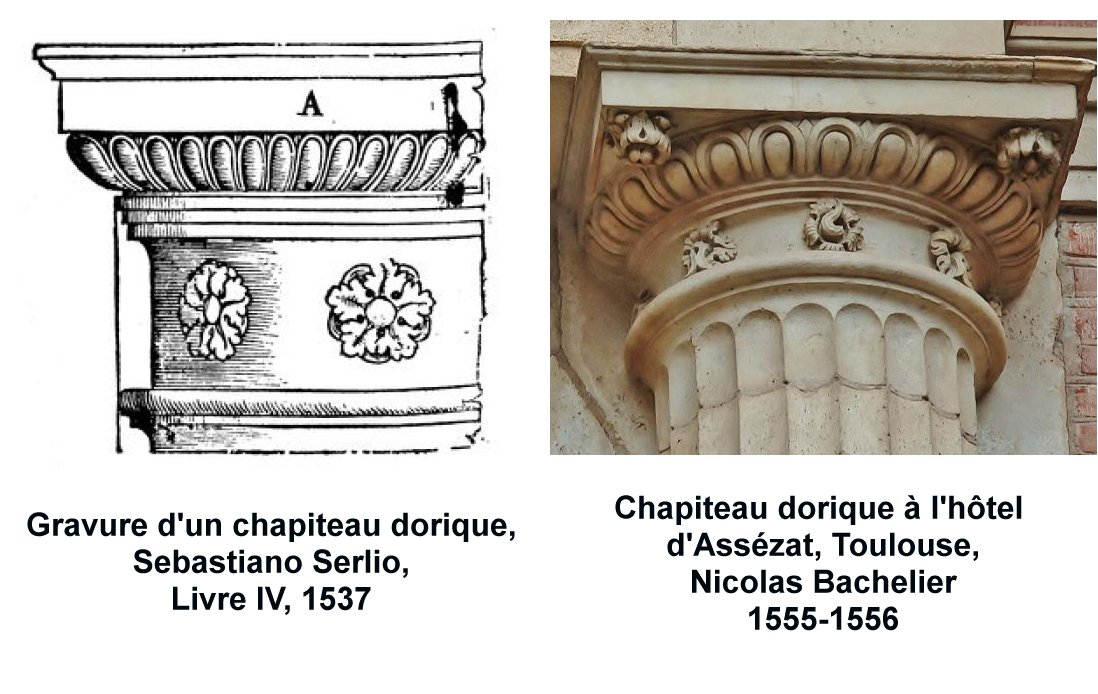
Exemple d'influence des gravures de Serlio.

Les hôtels Renaissance de Toulouse se caractérisent par une architecture savante qui reposait sur les livres illustrés de gravures montrant les monuments de Rome ainsi que sur les traités d'architecture comme ceux de Vitruve, d'Alberti ou de Serlio. Les chantiers royaux de Louis XII et de François Ier en val de Loire, les châteaux franciliens de Madrid, du Louvre, de Fontainebleau furent aussi une importante source d'inspiration.
Les propriétaires éclairés réclamaient des éléments « à l'anticque », que l'on retrouve surtout sur les fenêtres, portails, cheminées et moulures. 
S'ils recherchaient ces nouveautés de la Renaissance, nombre de propriétaires souhaitèrent toutefois conserver également des marqueurs architecturaux qui faisaient le prestige des hôtels gothiques précédents : faux créneaux, faux mâchicoulis, tour d'escalier avec terrasse... ainsi à l'hôtel d'Assézat, très novateur avec ses façades Renaissance classiques où se superposent les ordres d'architecture, l'escalier à rampes droites prend place dans une tour que sa partie supérieure en brique ancre dans une tradition bien toulousaine.

### Un siècle d'hôtels Renaissance: de ˜1520 à ˜1620
Comme dans les principales zones de création artistique d'Europe, le vocabulaire architectural considéré comme « antique », qui s'était développé en Italie au Quattrocento, fit son apparition à Toulouse dès les premières décennies du XVIe siècle. Se caractérisant d'abord par un décor superficiel de motifs végétaux, grotesques et candélabres, où s'affirme la figure humaine sur des structures encore gothiques, ce nouveau style connut ensuite un épanouissement classique puis, malgré les guerres de Religion, s'enrichit de développements maniéristes des plus inventifs qui perdurèrent jusque dans les années 1610-1620.

#### L'hôtel du Vieux-Raisin (première campagne)
Adresse : 36 rue du Languedoc. Classé MH.
En 1515 le juriste et capitoul Béringuier Maynier acquiert un hôtel du XVe siècle faisant autrefois partie de la grande parcelle de l'hôtel Dahus. Sur un nouveau logis encadré de deux tours d'escalier prolongées de deux courtes ailes (première travée des ailes actuelles), il fait placer de nombreuses fenêtres richement ornées de pilastres, de candélabres et de rinceaux. Des bustes en médaillon viennent décorer la grande tour d'escalier, alors qu'une devise en latin est gravée sur le linteau de la porte : VIVITUR INGENIO CETERA MORTIS ERUNT, (« On vit par l'esprit, tout le reste appartient à la mort »).
Dans l'hôtel une cheminée d'apparat met à l'honneur la grande culture humaniste du propriétaire, son décor constitue une apologie de la fortune, de l'abondance et de la fertilité.

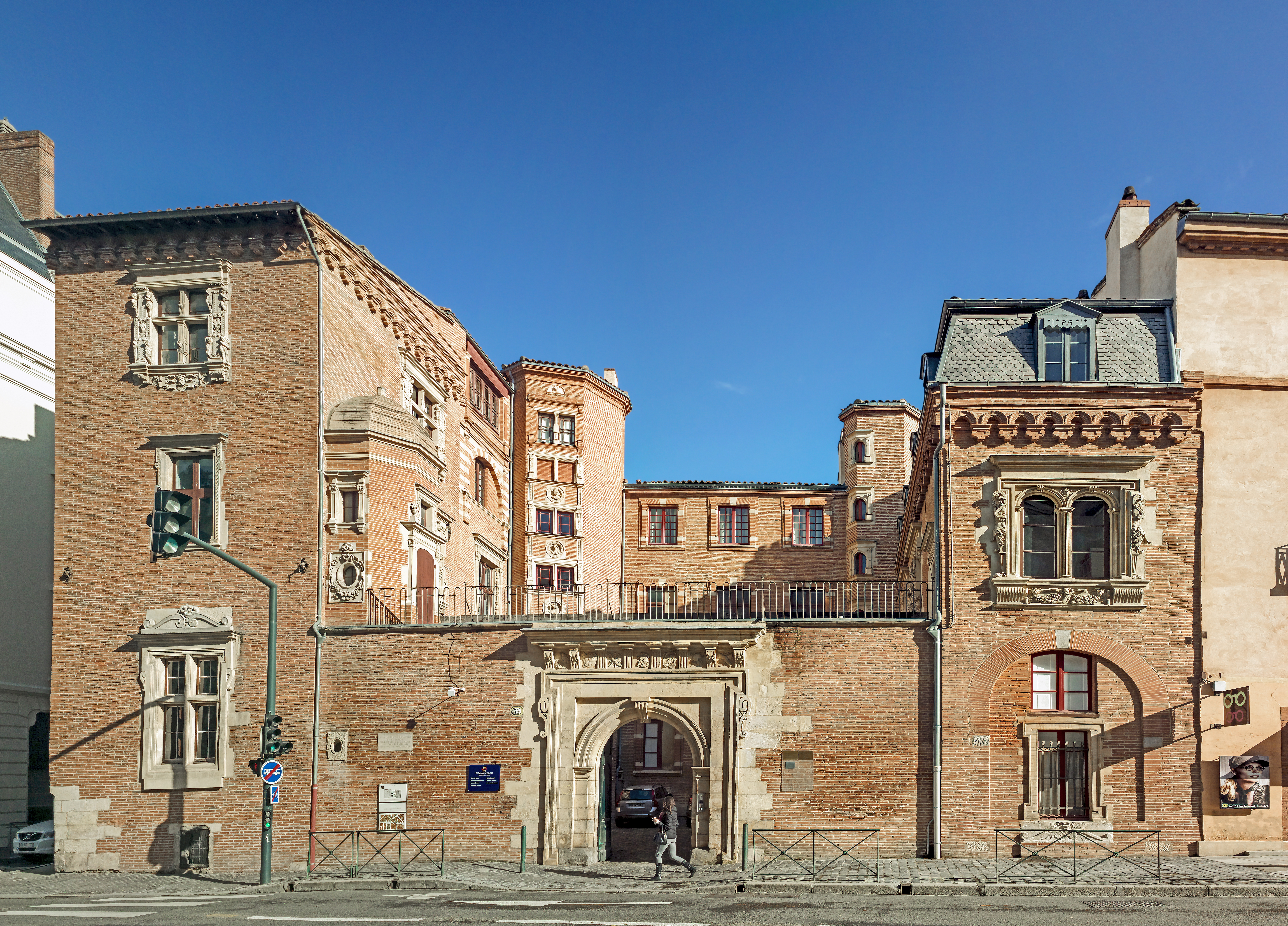
L'hôtel du Vieux-Raisin.
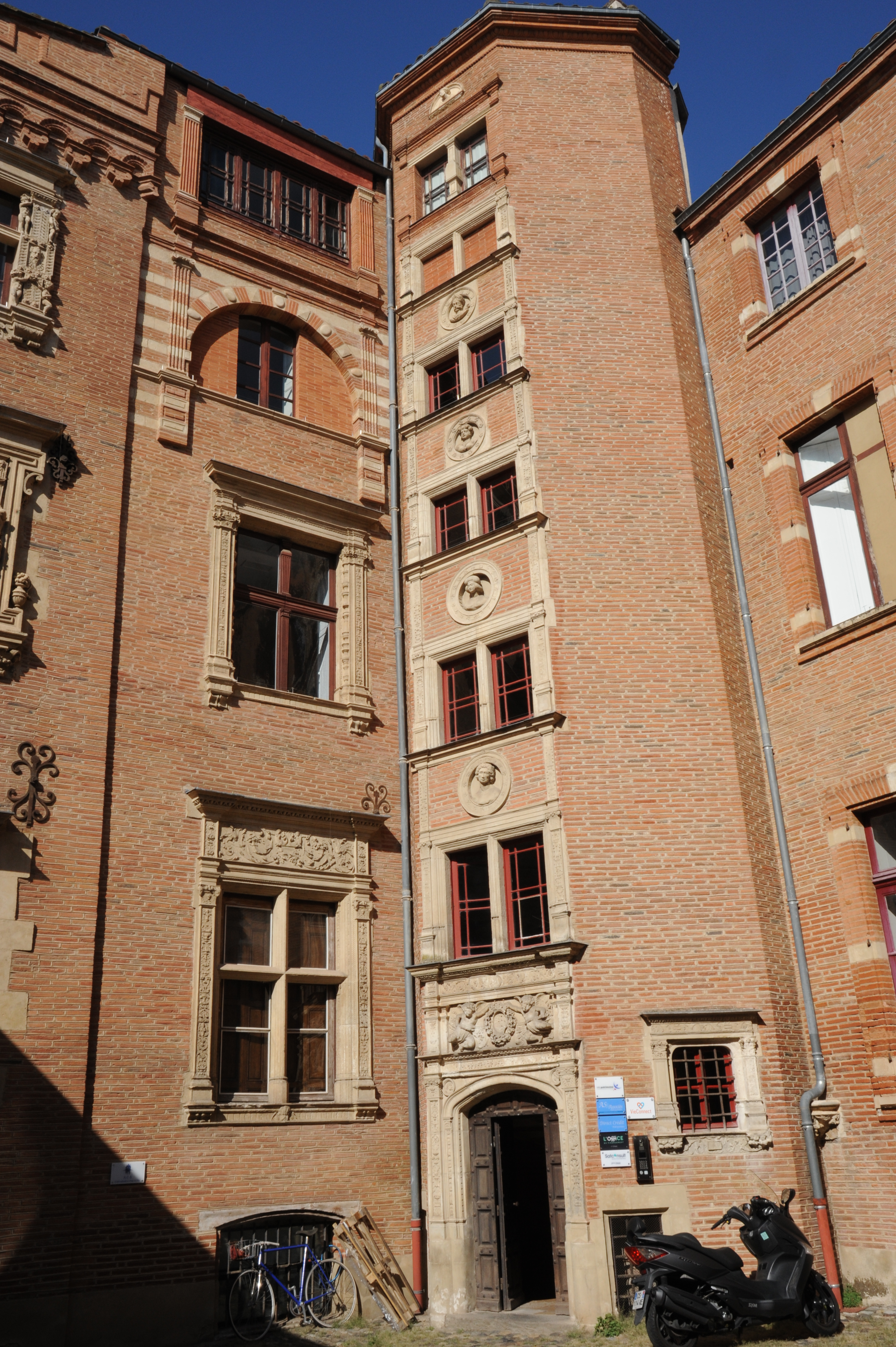
Vieux-Raisin : grande tour d'escalier.
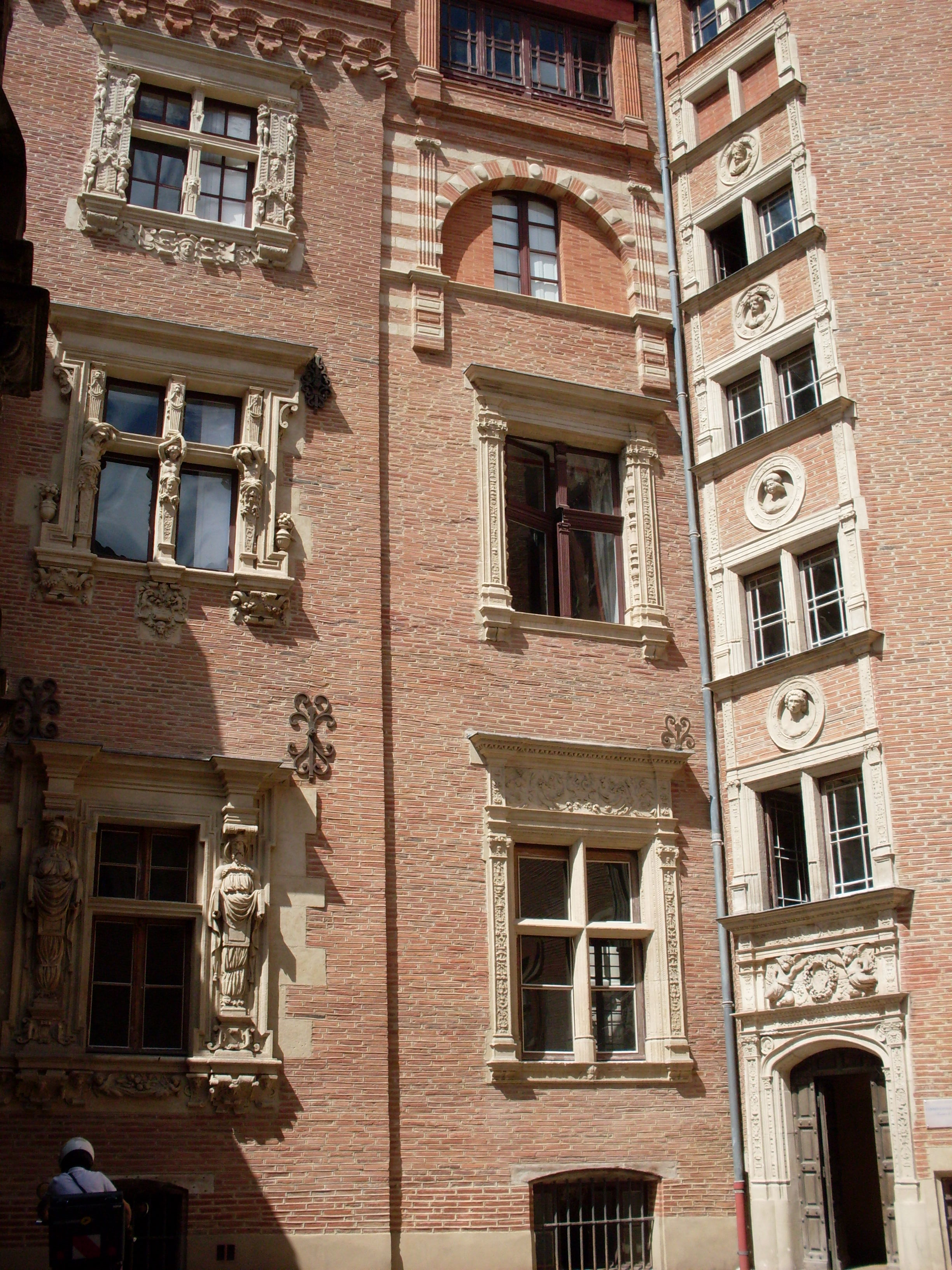
Vieux-Raisin.
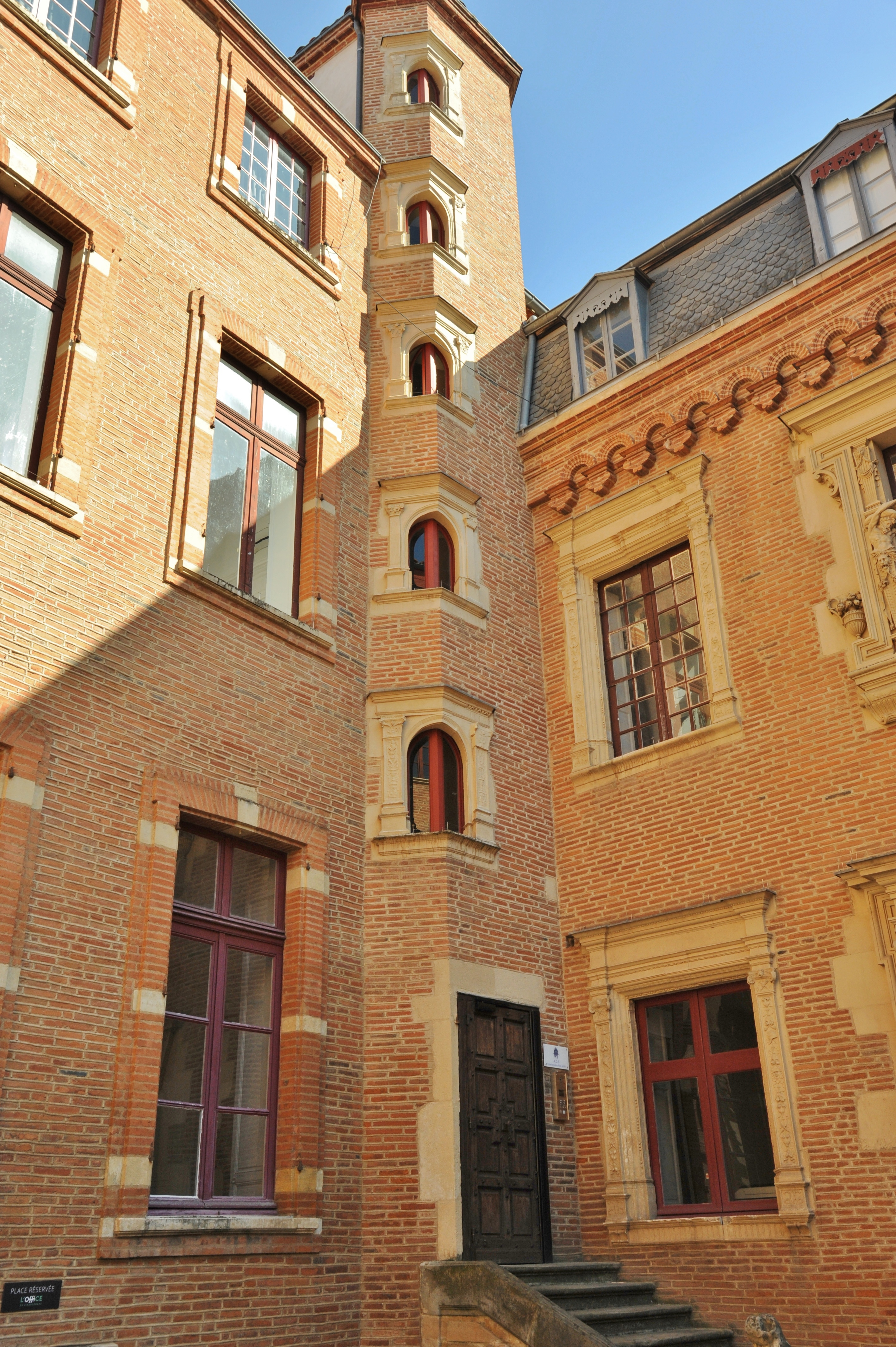
Vieux-Raisin : deuxième tour d'escalier.
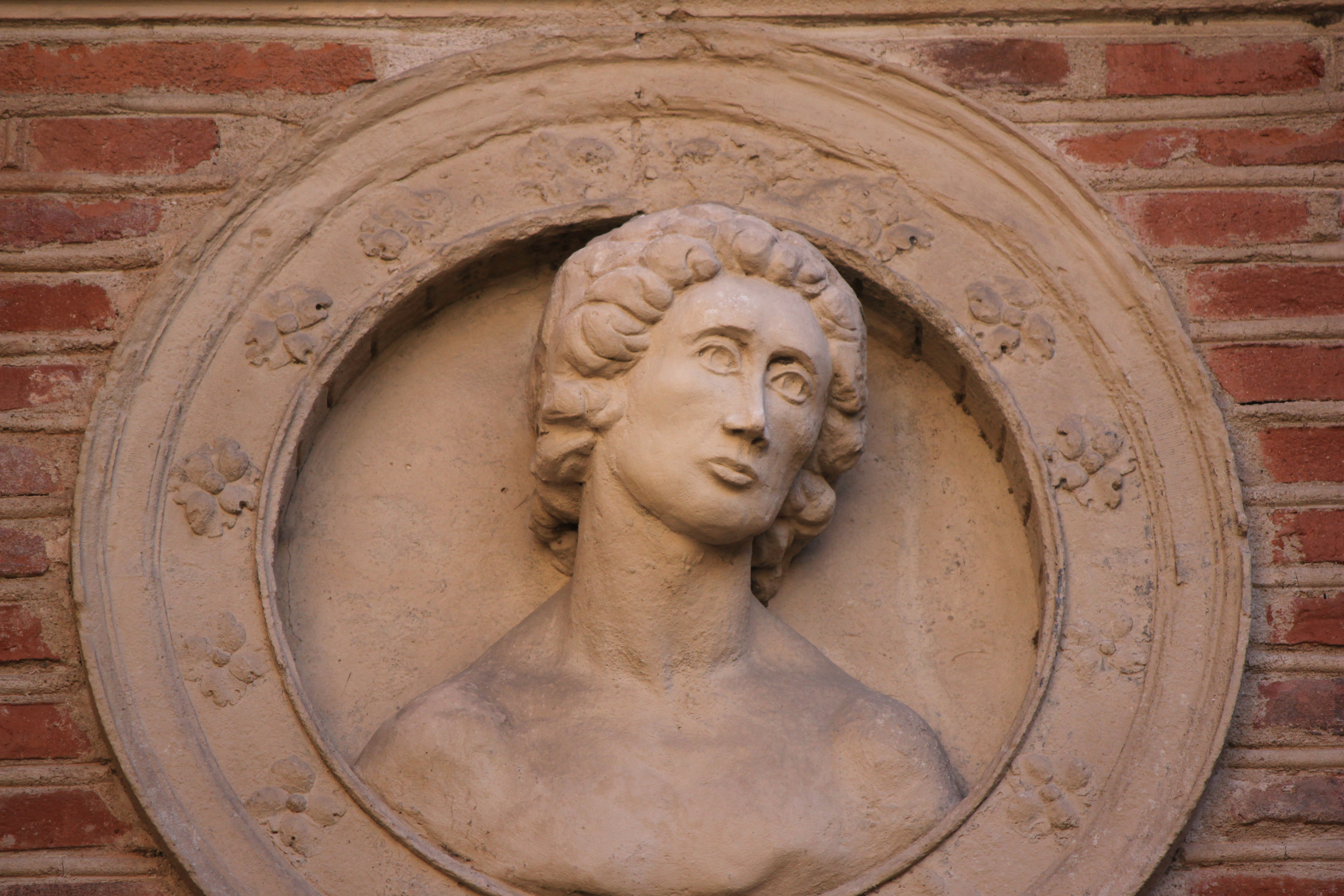
Vieux Raisin : médaillon.
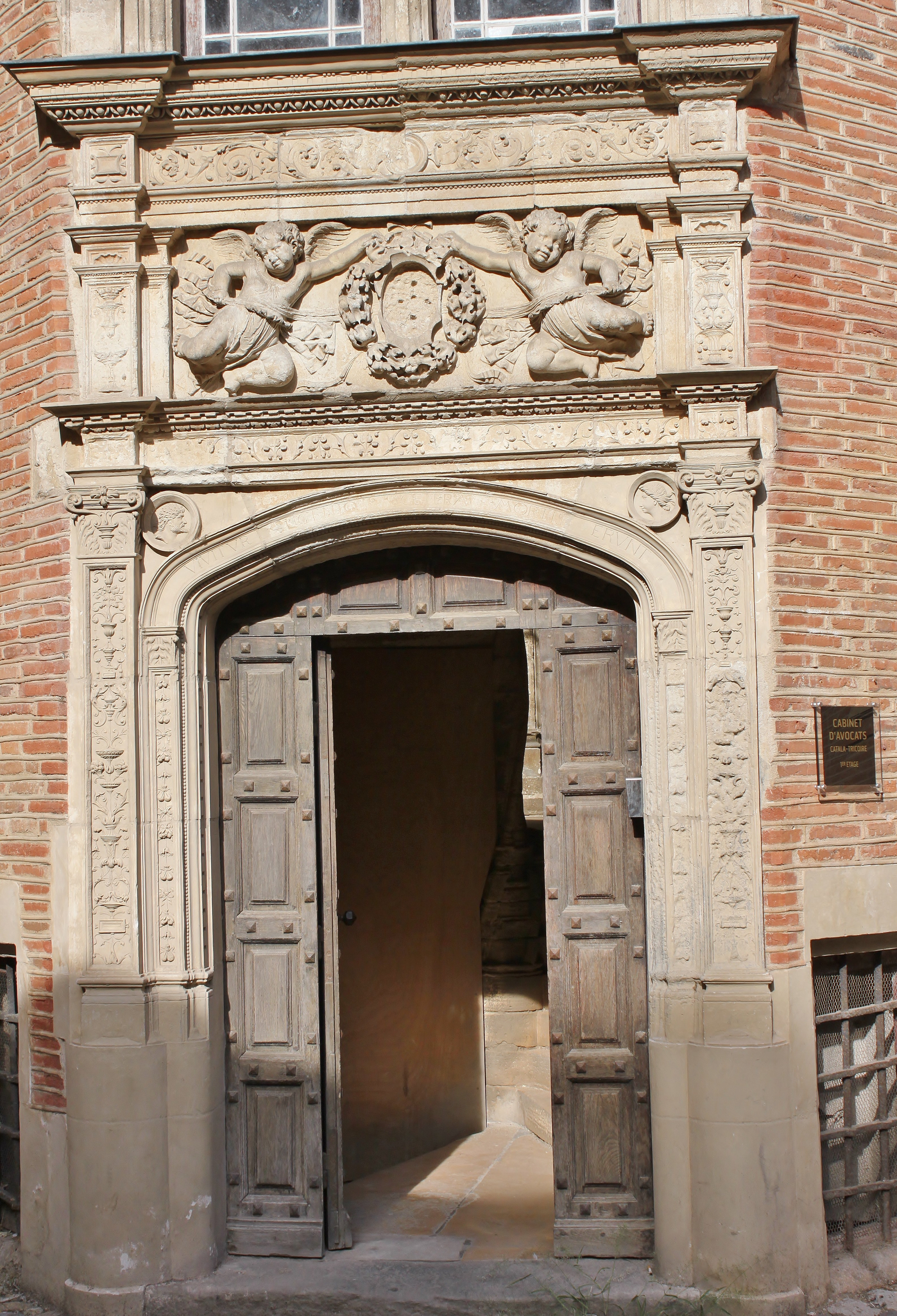
Vieux-Raisin : porte de la tour.
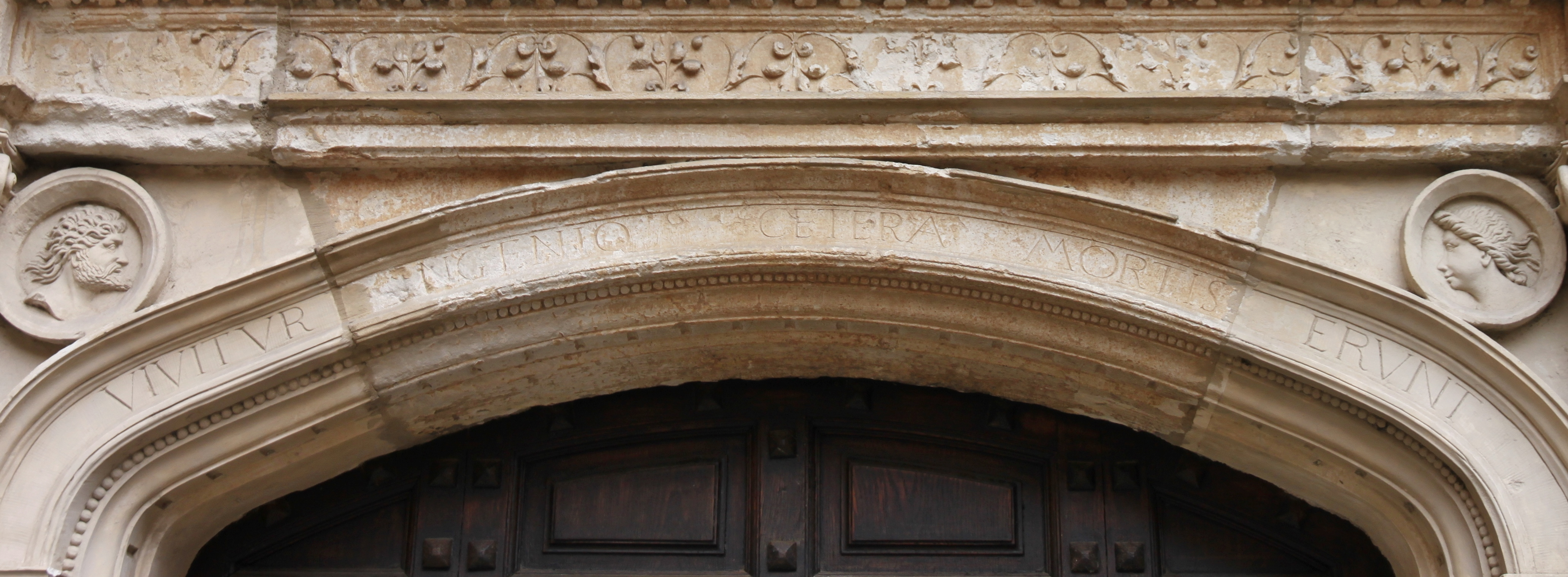
Vieux-Raisin : VIVITUR INGENIO CETERA MORTIS ERUNT.
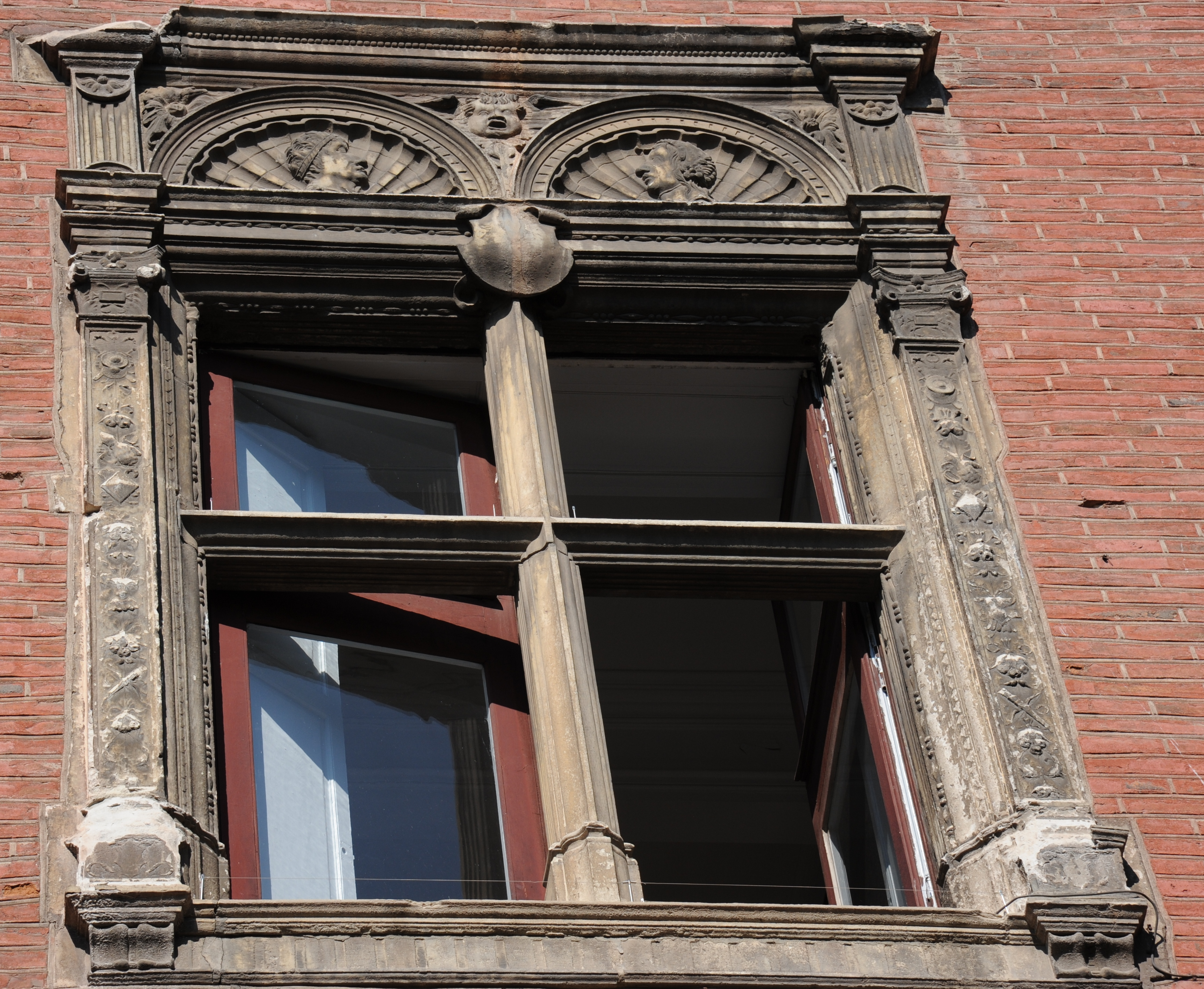
Vieux-Raisin (façade arrière).
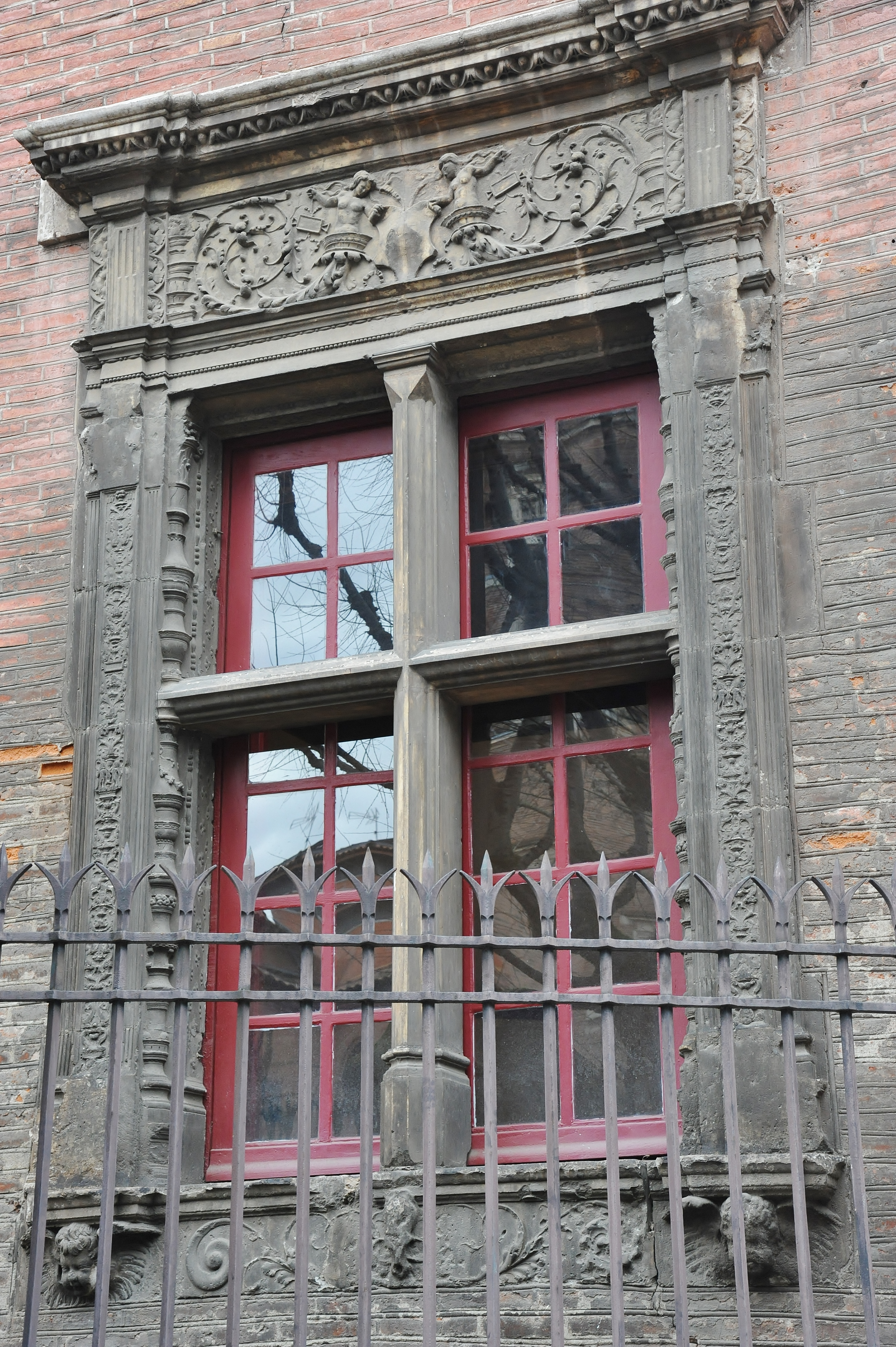
Vieux-Raisin (façade arrière).
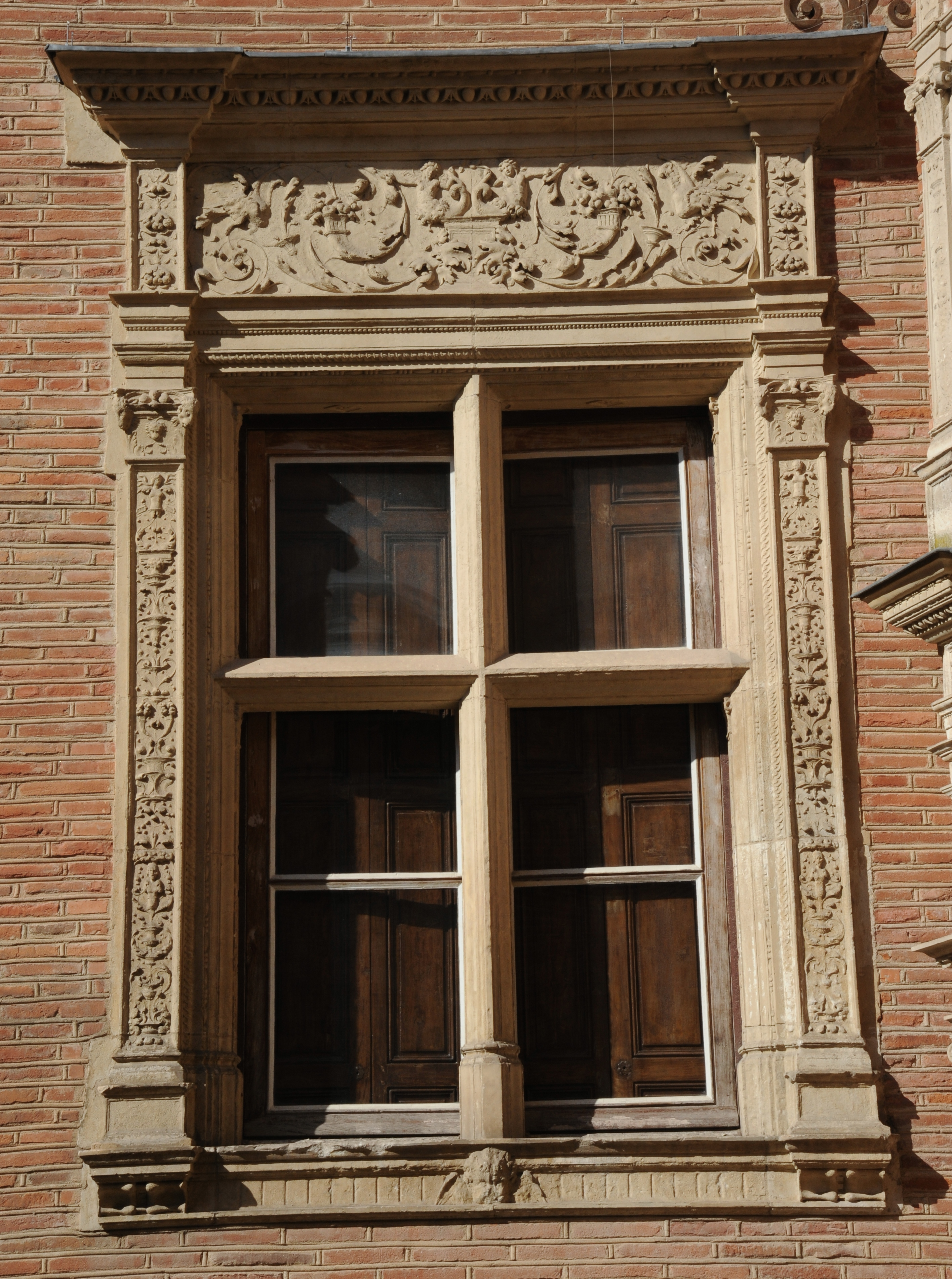
Vieux-Raisin.
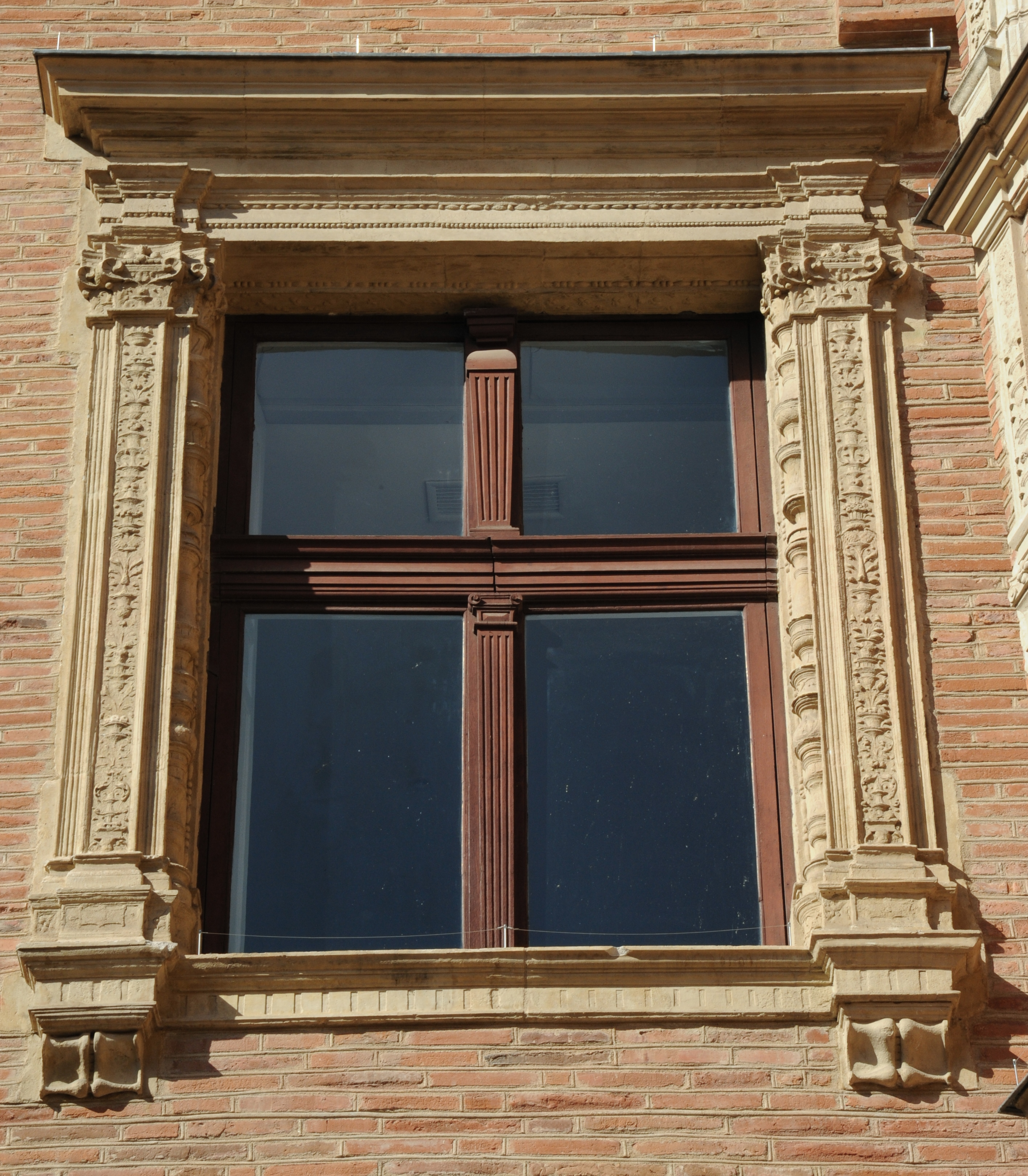
Vieux-Raisin.
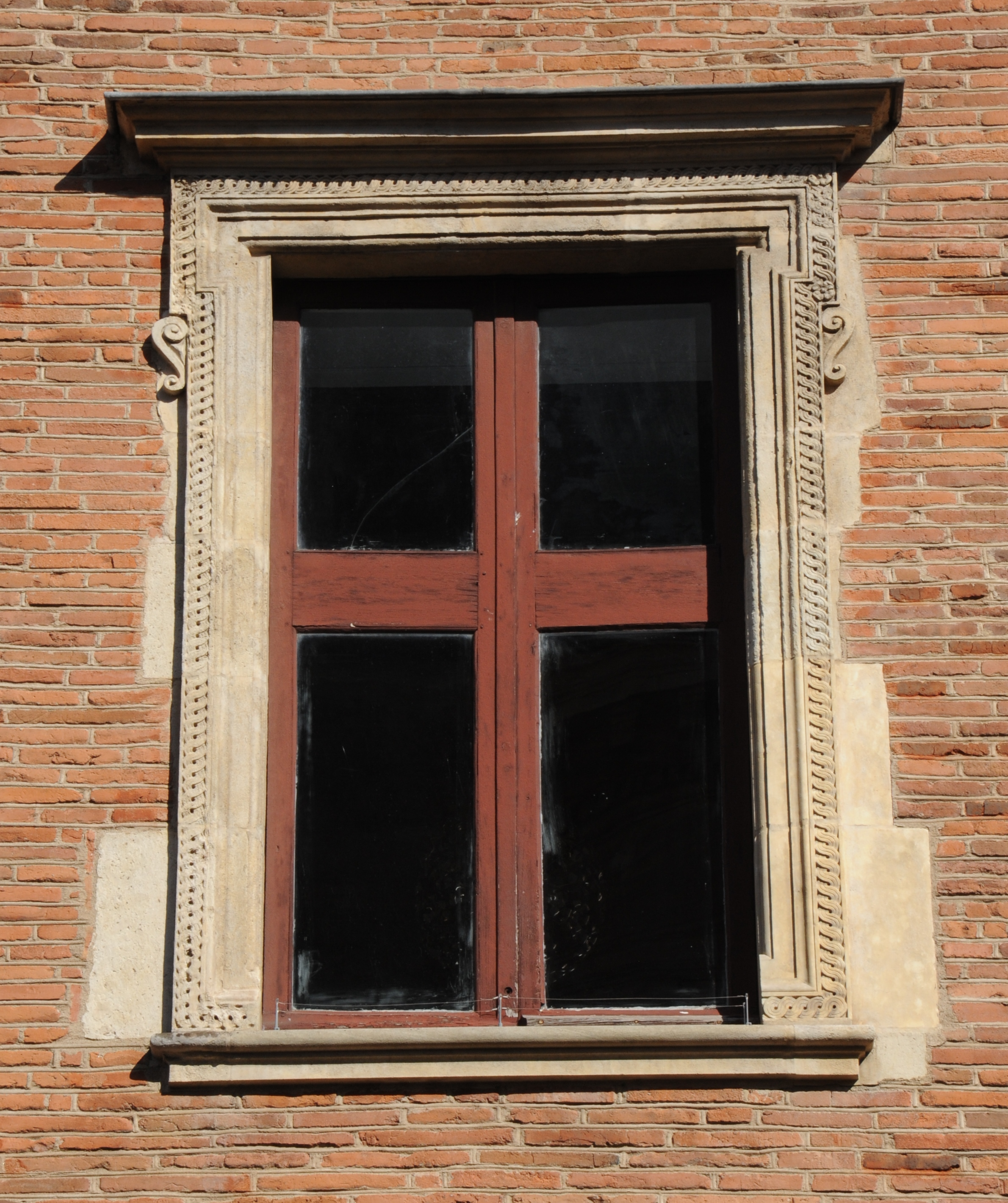
Vieux-Raisin.

#### L'hôtel de Pins
Adresse : 46 rue du Languedoc. Maintenant hôtel Antonin, inscrit MH.
Après un séjour en Italie comme ambassadeur de 1515 à 1522, Jean de Pins entreprend vers 1530 la construction de sa demeure composée de deux corps de logis et de galeries superposées. Inspiré par ce qu'il a vu en Italie, il rompt avec la tradition toulousaine de la grande tour d'escalier pour lui préférer des galeries à arcades et un jardin. Des portraits en médaillon célèbrent la figure humaine et Jean de Pins fait sculpter des pilastres ioniques tirés de la gravure d'un traité consacré à l'architecture antique, publié en Italie en 1521, dont il a eu probablement connaissance lors de son séjour à Milan.
Jean de Nolet, le propriétaire suivant, fait construire en 1542 une boutique à arcades sur rue. Pour décorer ses galeries il fait sculpter des portraits en médaillon par Nicolas Bachelier.
L'hôtel est en grande partie détruit par le percement de la rue du Languedoc au début du XXe siècle. Plusieurs vestiges de ce bâtiment, considéré au XVIe siècle comme un « magnifique palais » sont toutefois conservés et intégrés à l’hôtel Antonin élevé sur le même emplacement en 1903, ainsi qu'à l'hôtel Thomas de Montval bâti en 1904 rue Croix-Baragnon. À l'hôtel Antonin, l'architecte Joseph Thillet superpose artificiellement deux galeries : celle du rez-de-chaussée provient de la partie transformée par Nolet alors que celle de l'étage est due à Jean de Pins. À l'hôtel Thomas de Montval ce sont des arcades de Nolet qui sont remontées dans la cour.

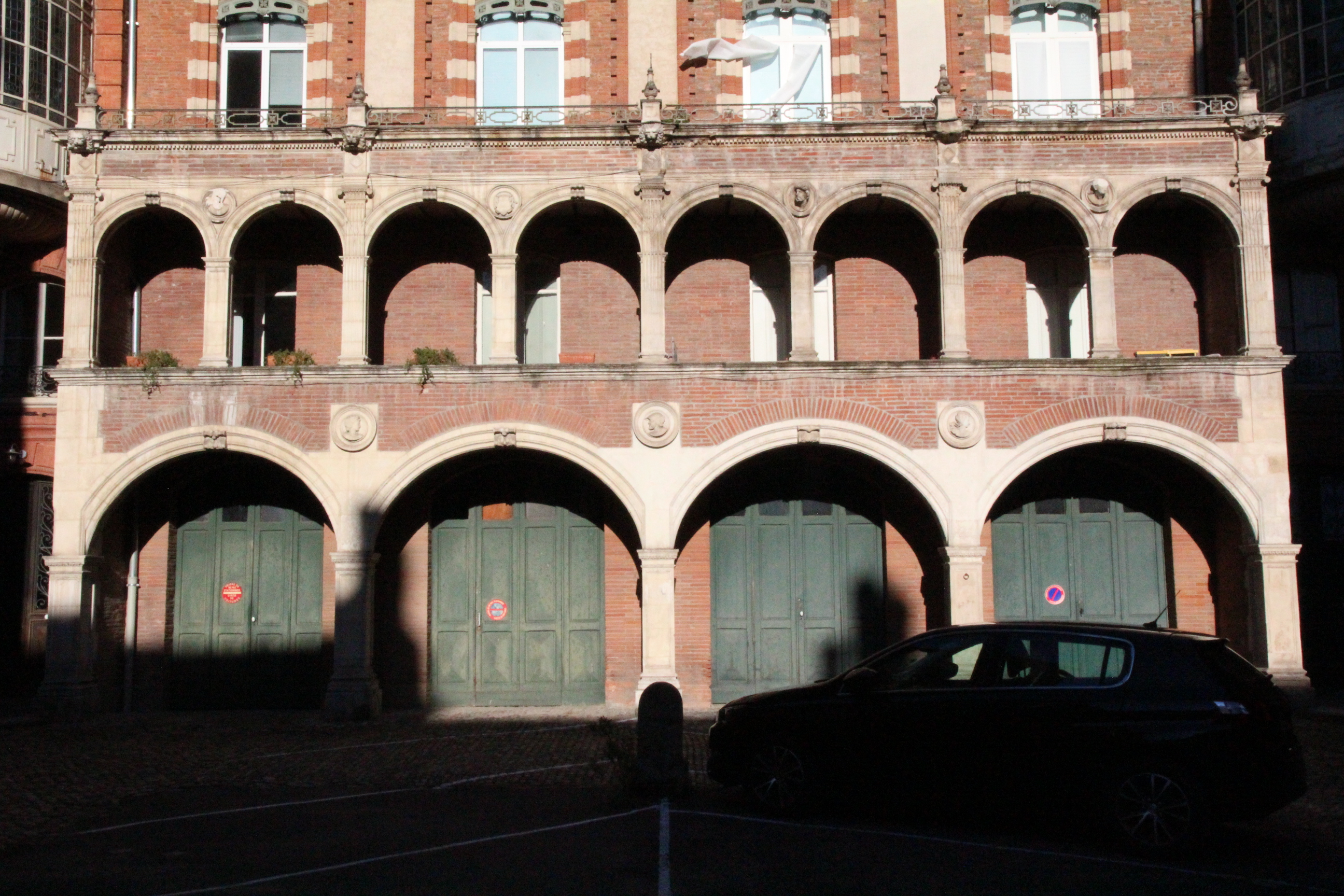
L'hôtel de Pins et ses arcades Renaissance.
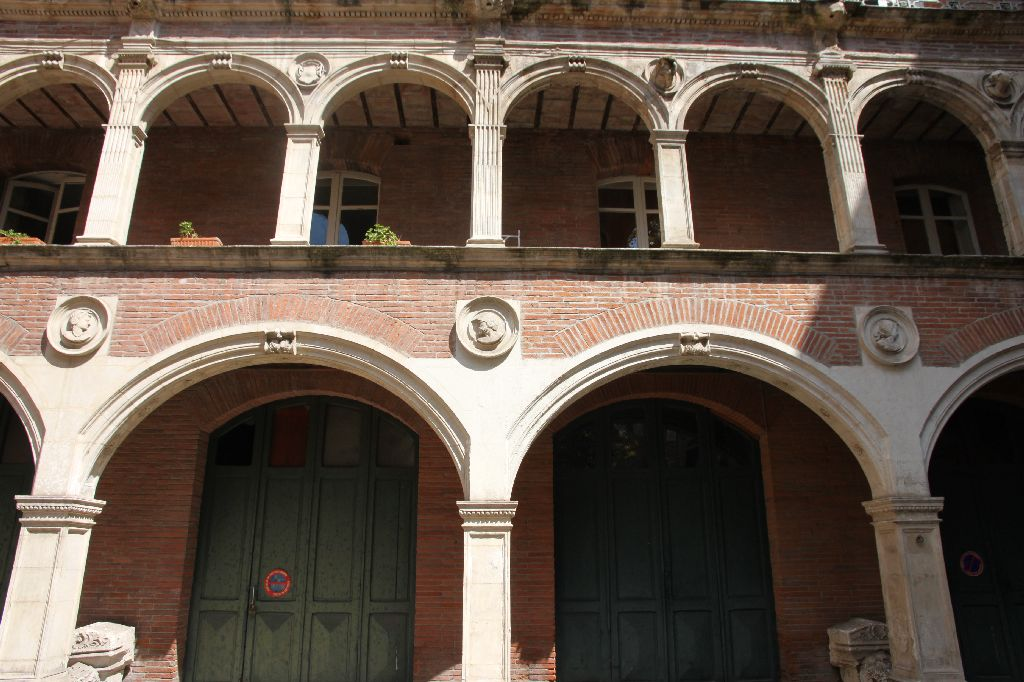
Hôtel de Pins.
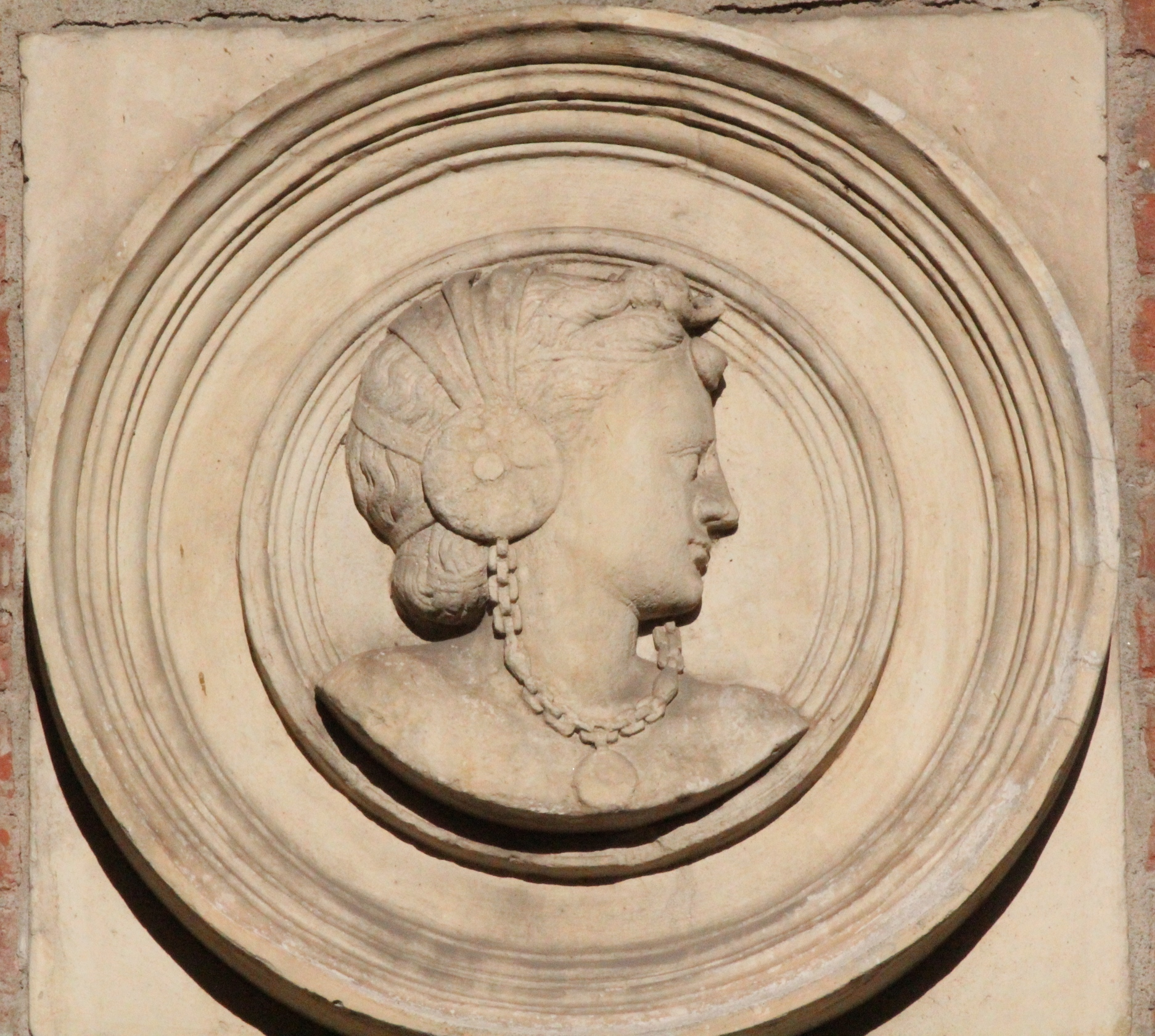
Hôtel de Pins : médaillon.
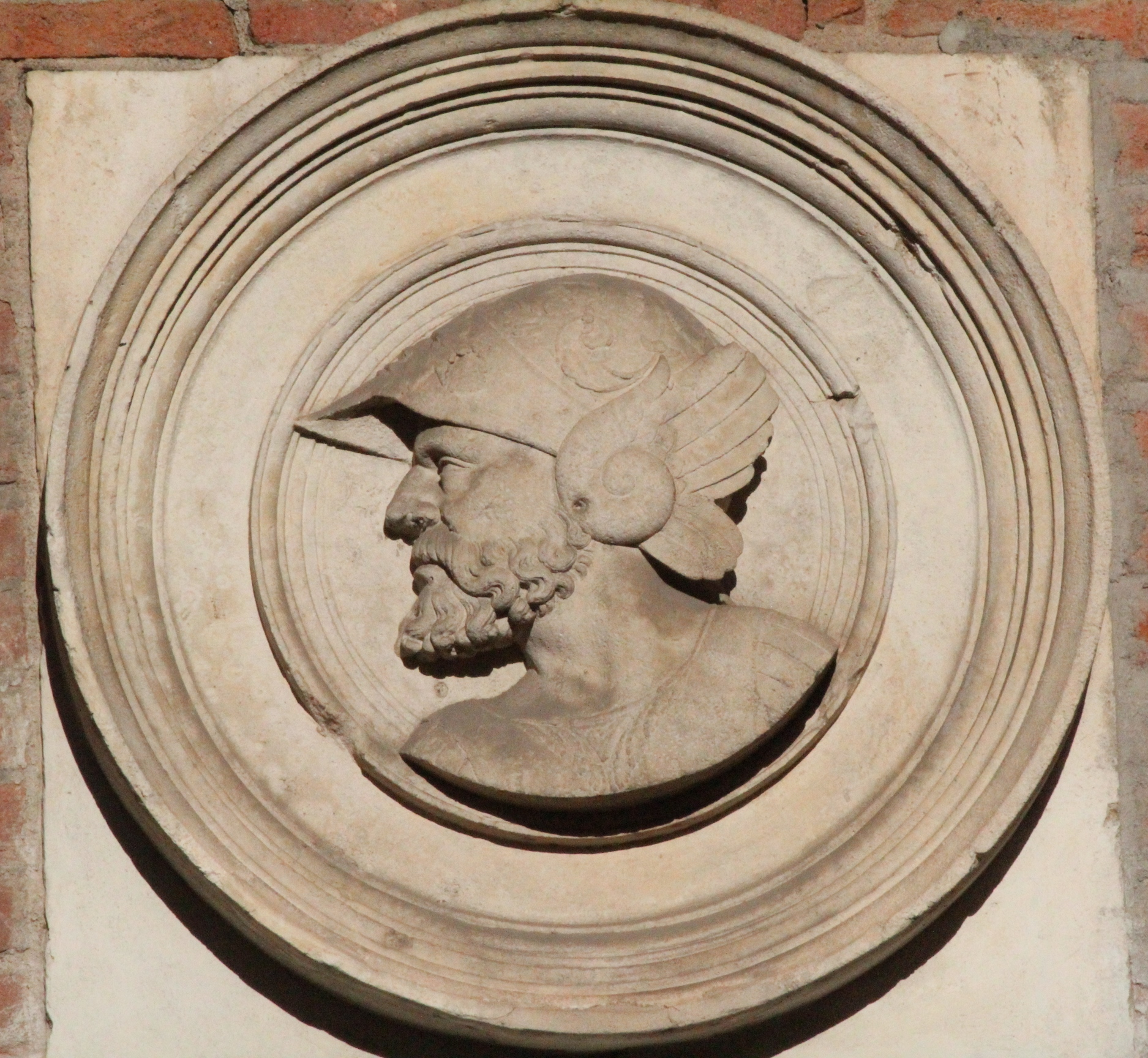
Hôtel de Pins : médaillon.
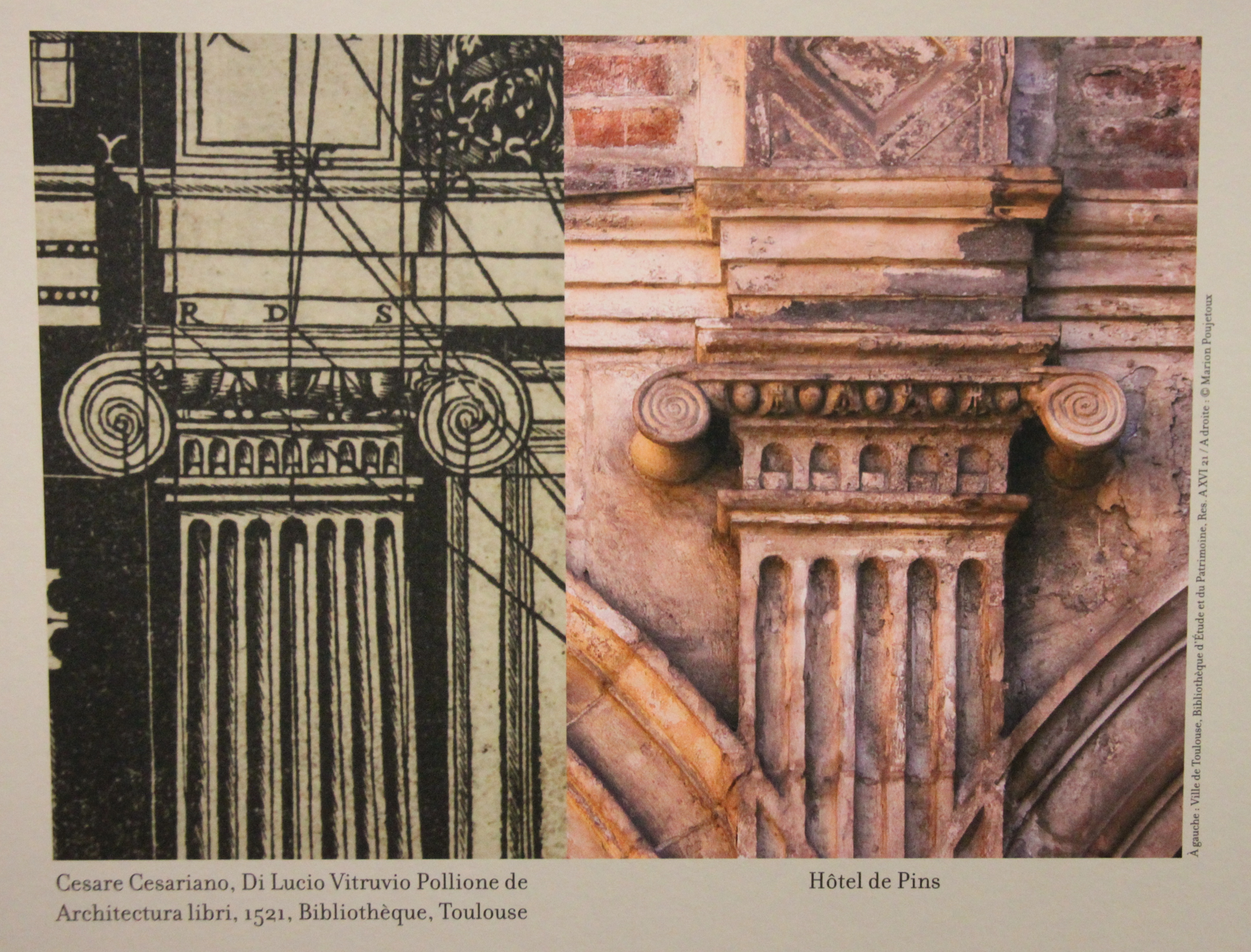
Parenté entre un dessin de Cesariano de 1521 et les chapiteaux ioniques de l'hôtel de Pins (vers 1530).
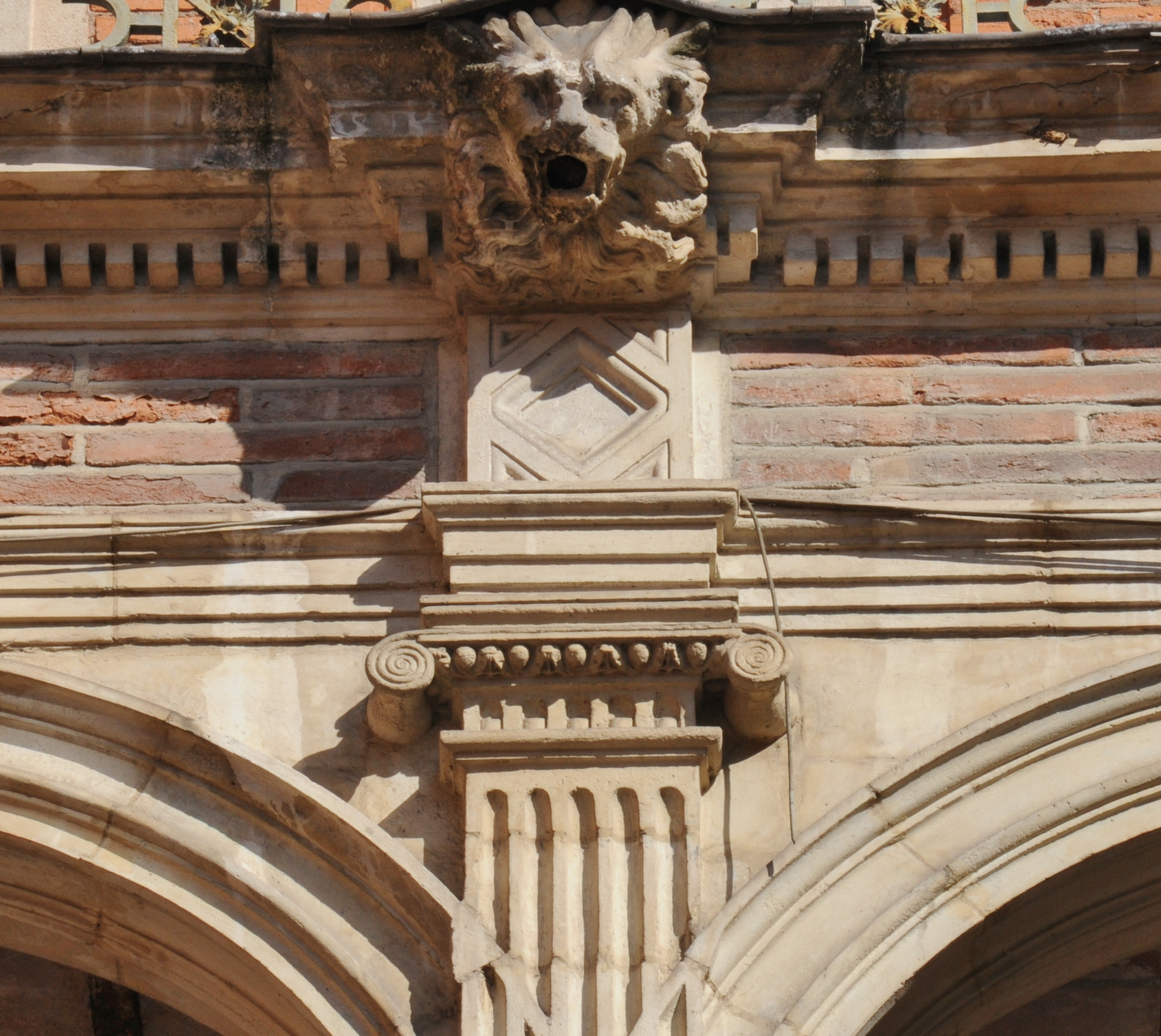
Chapiteau ionique à l'hôtel de Pins.
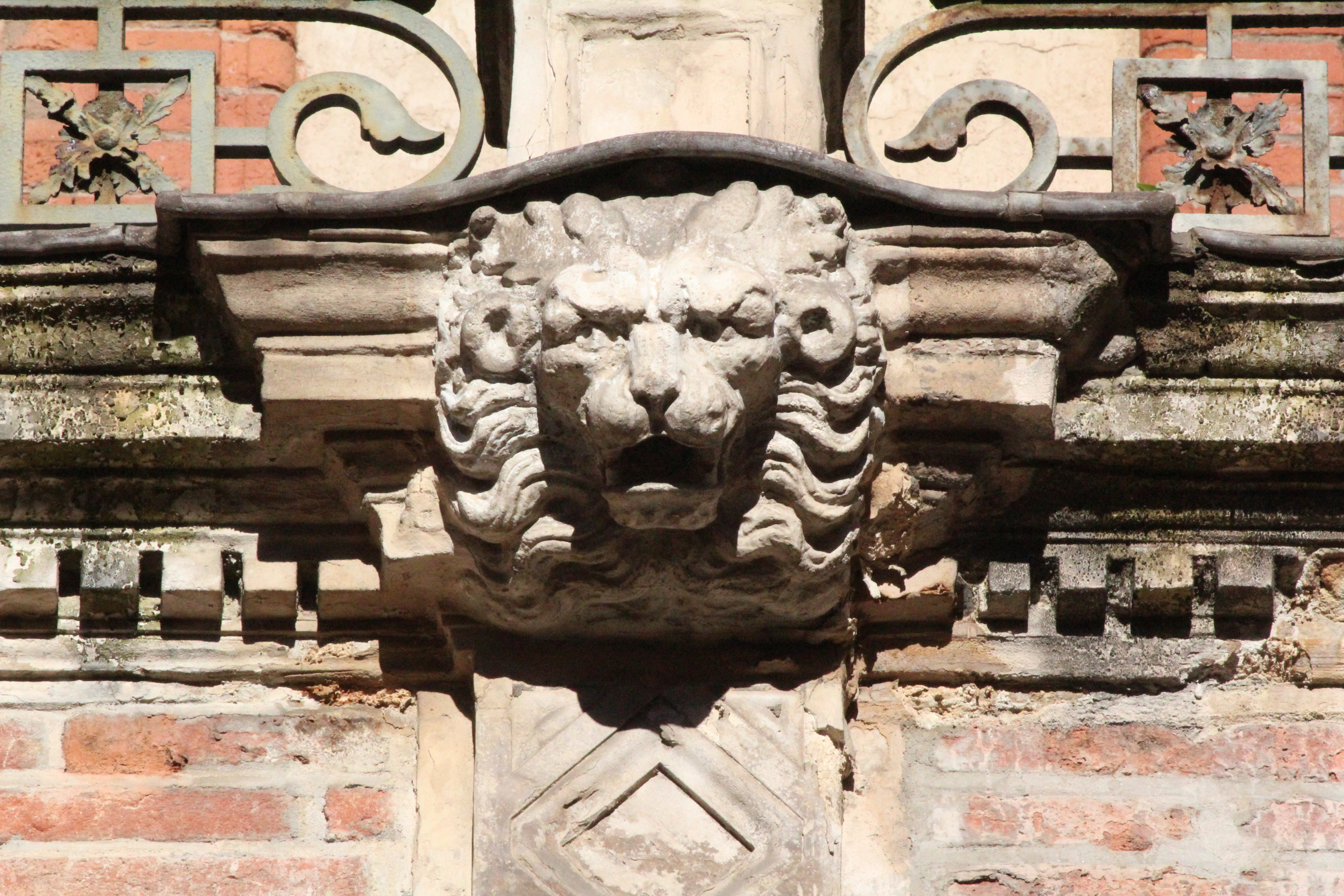
Hôtel de Pins : mufle de lion servant de gargouille.
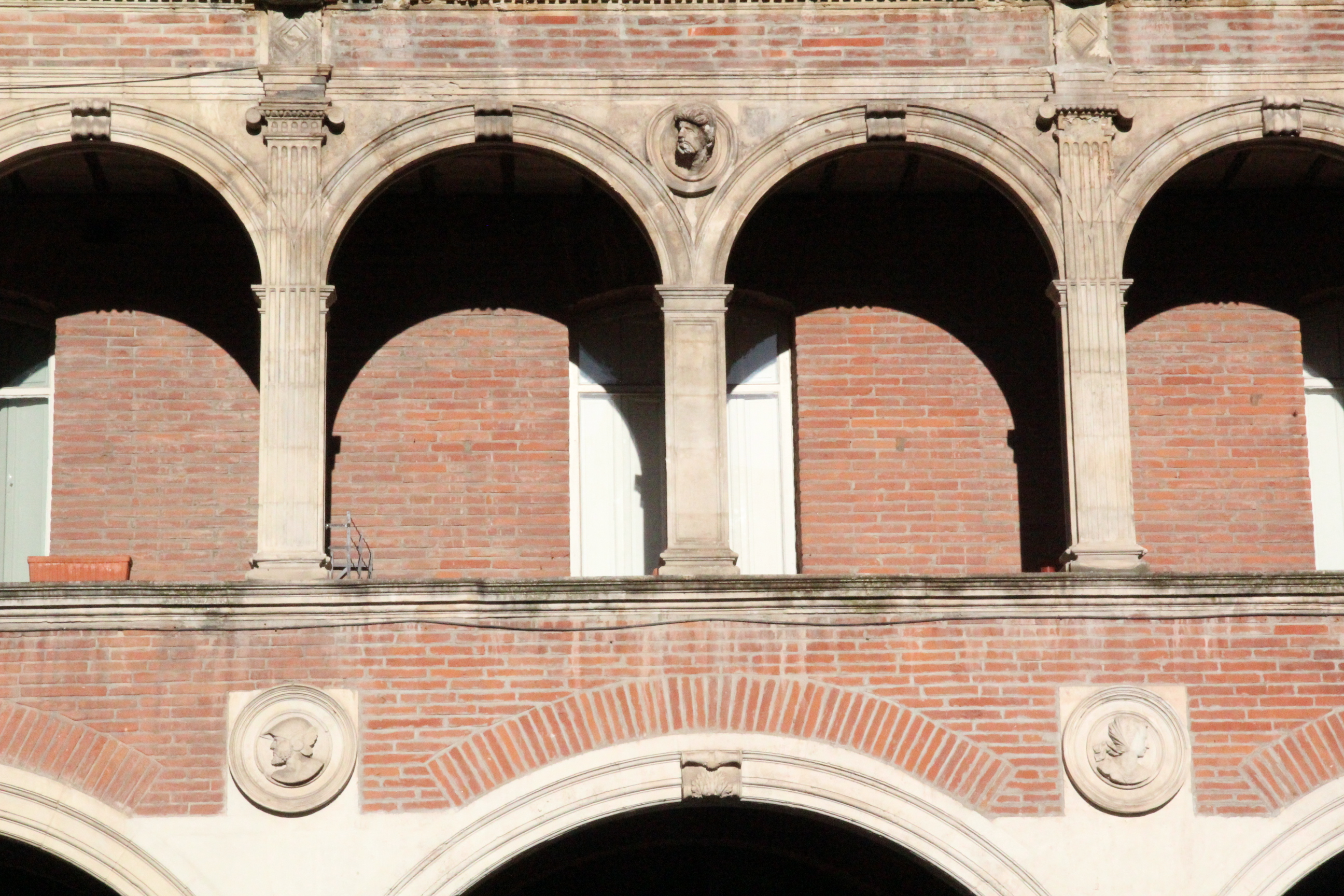
Hôtel de Pins : arcades, médaillons et chapiteaux.
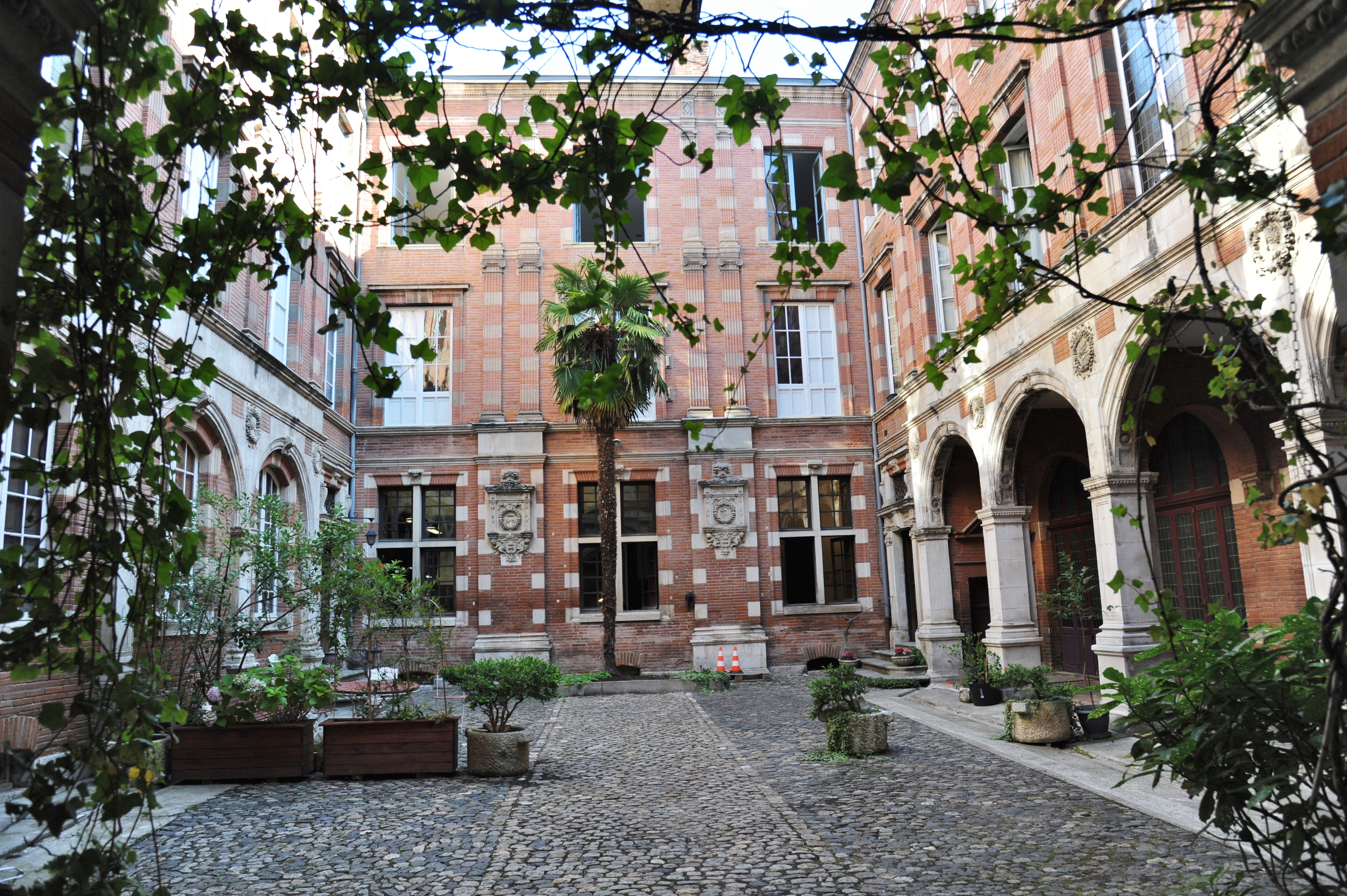
Cour de l'hôtel Thomas de Montval.
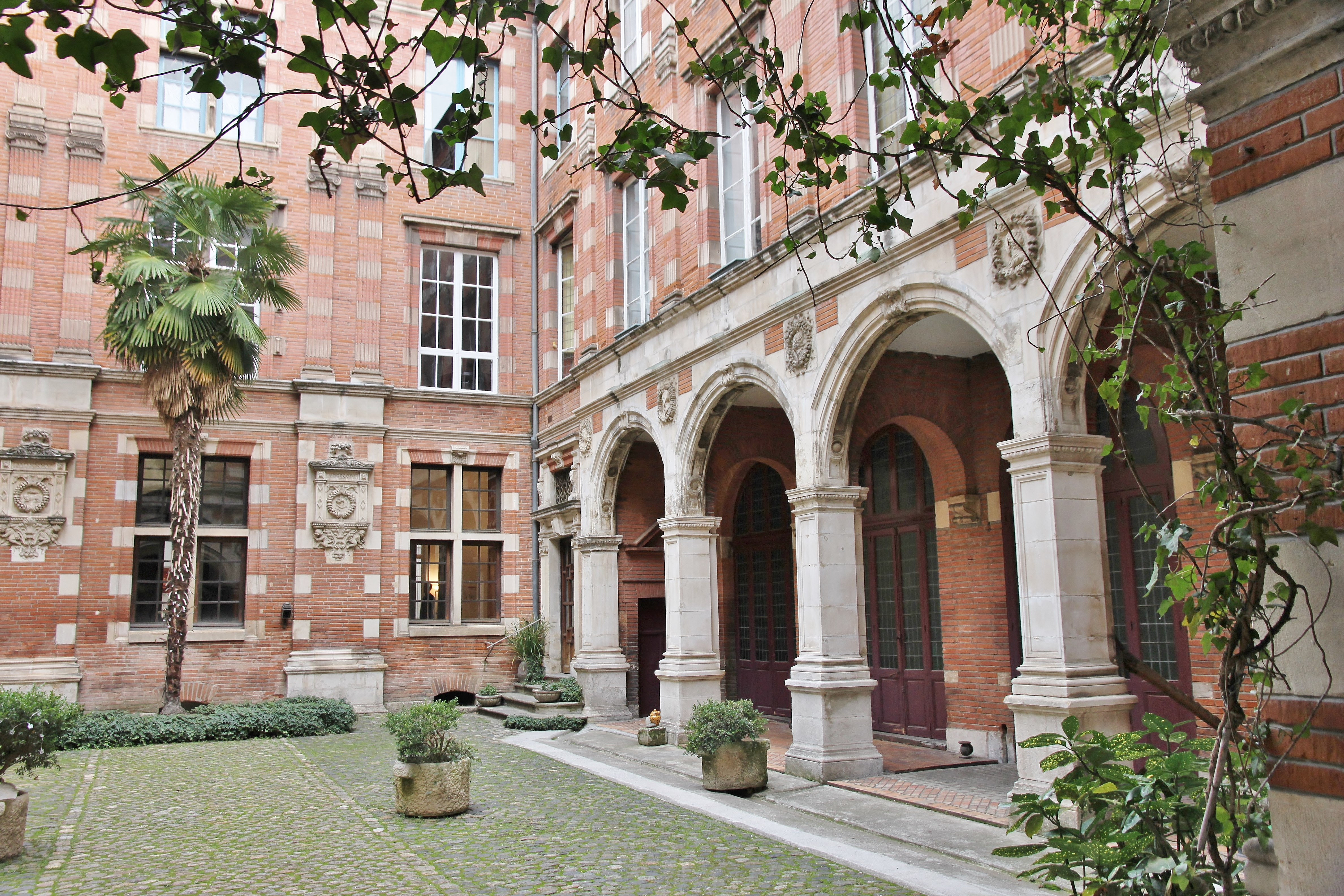
Hôtel Thomas de Montval.
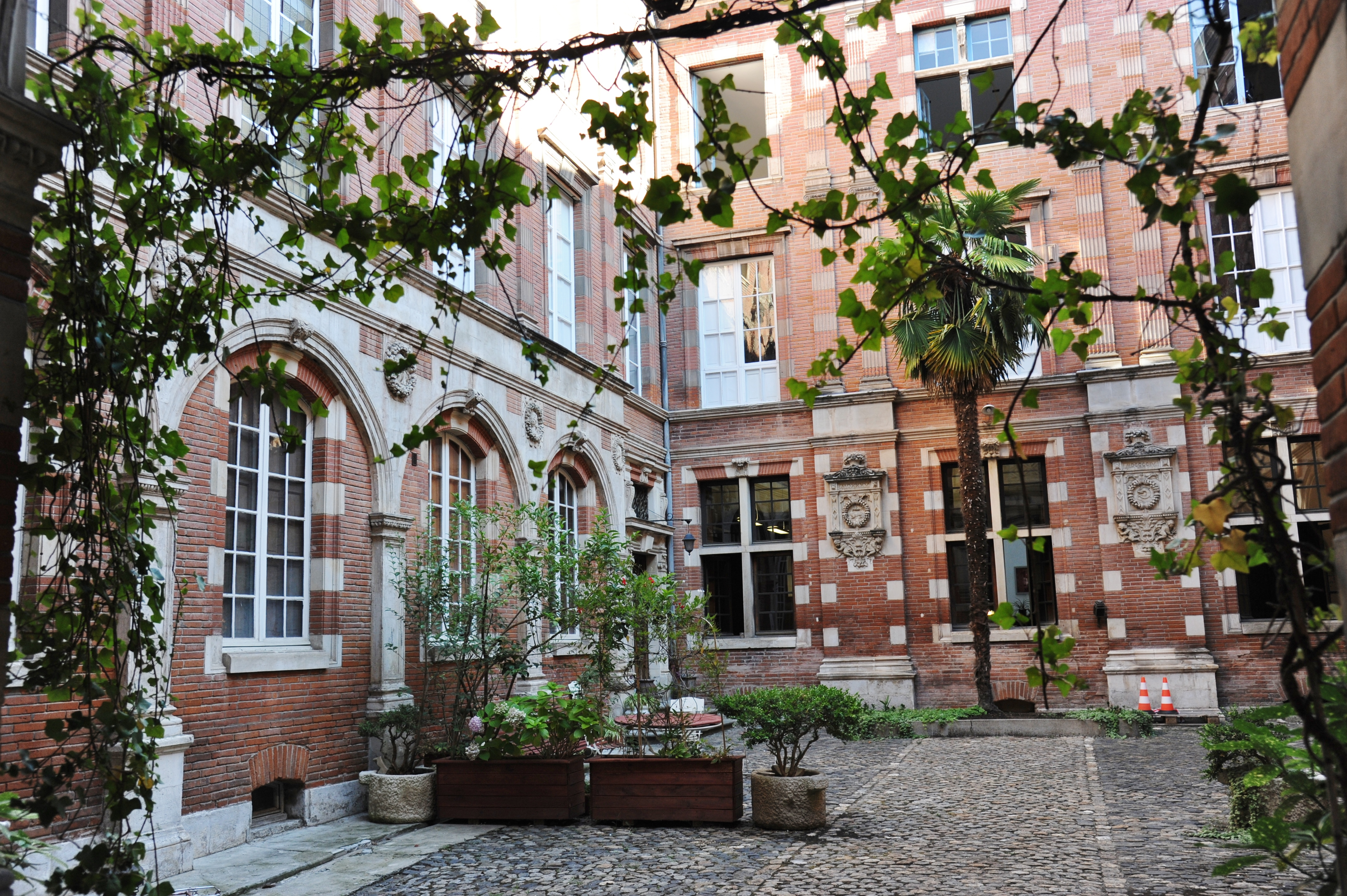
Hôtel Thomas de Montval.
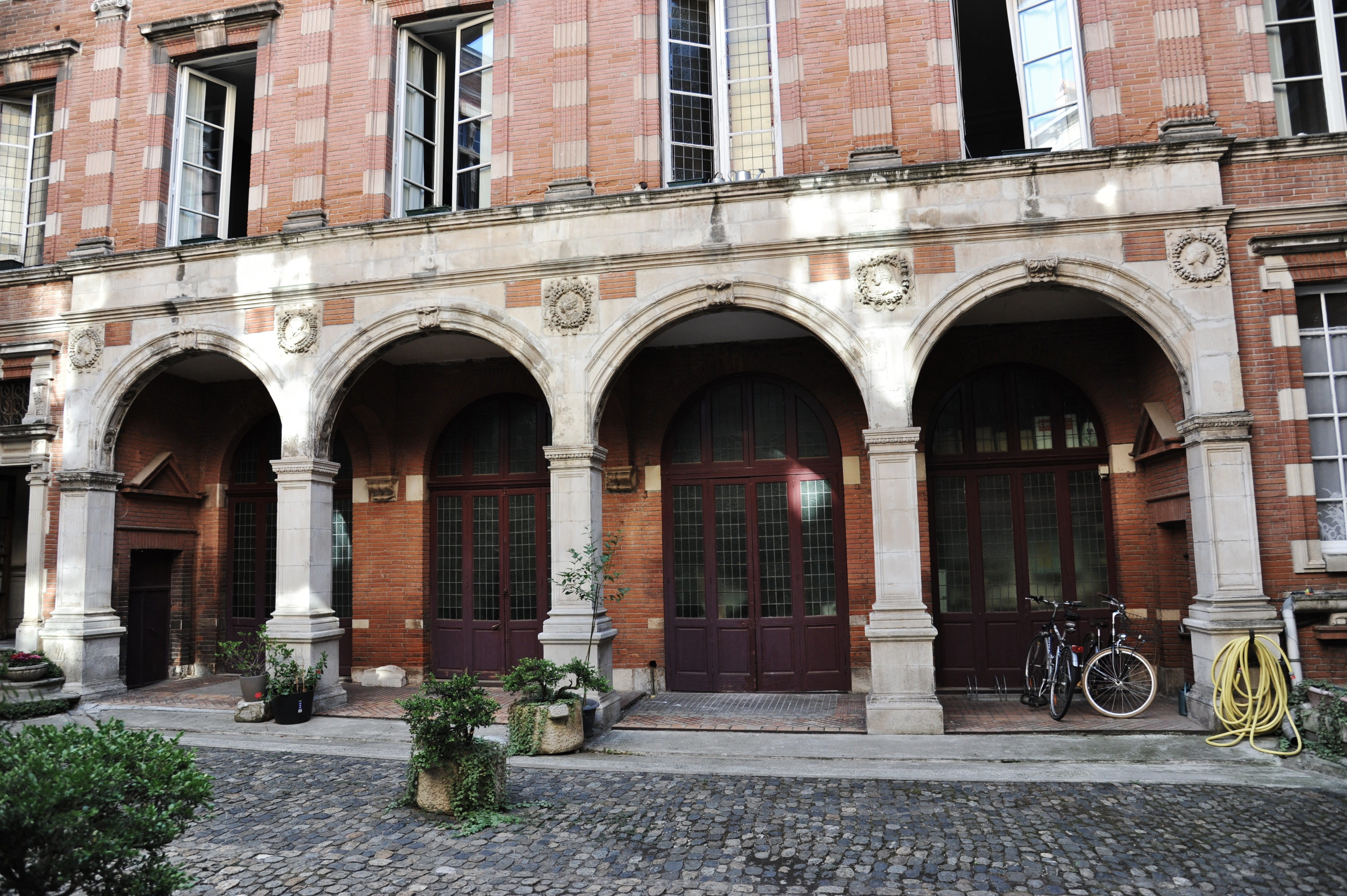
Thomas de Montval : arcades et médaillons Renaissance.
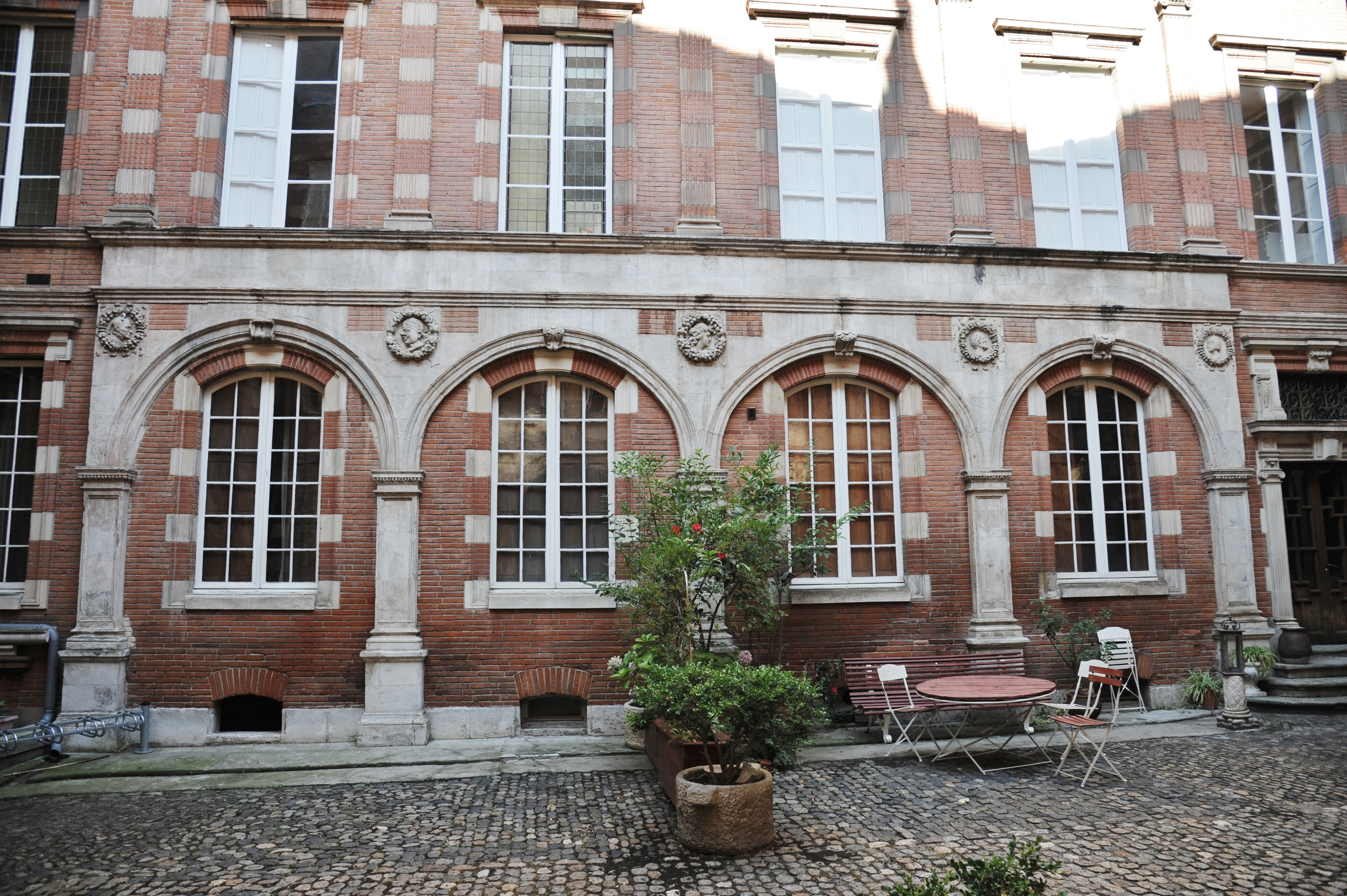
Thomas de Montval : arcades et médaillons Renaissance.
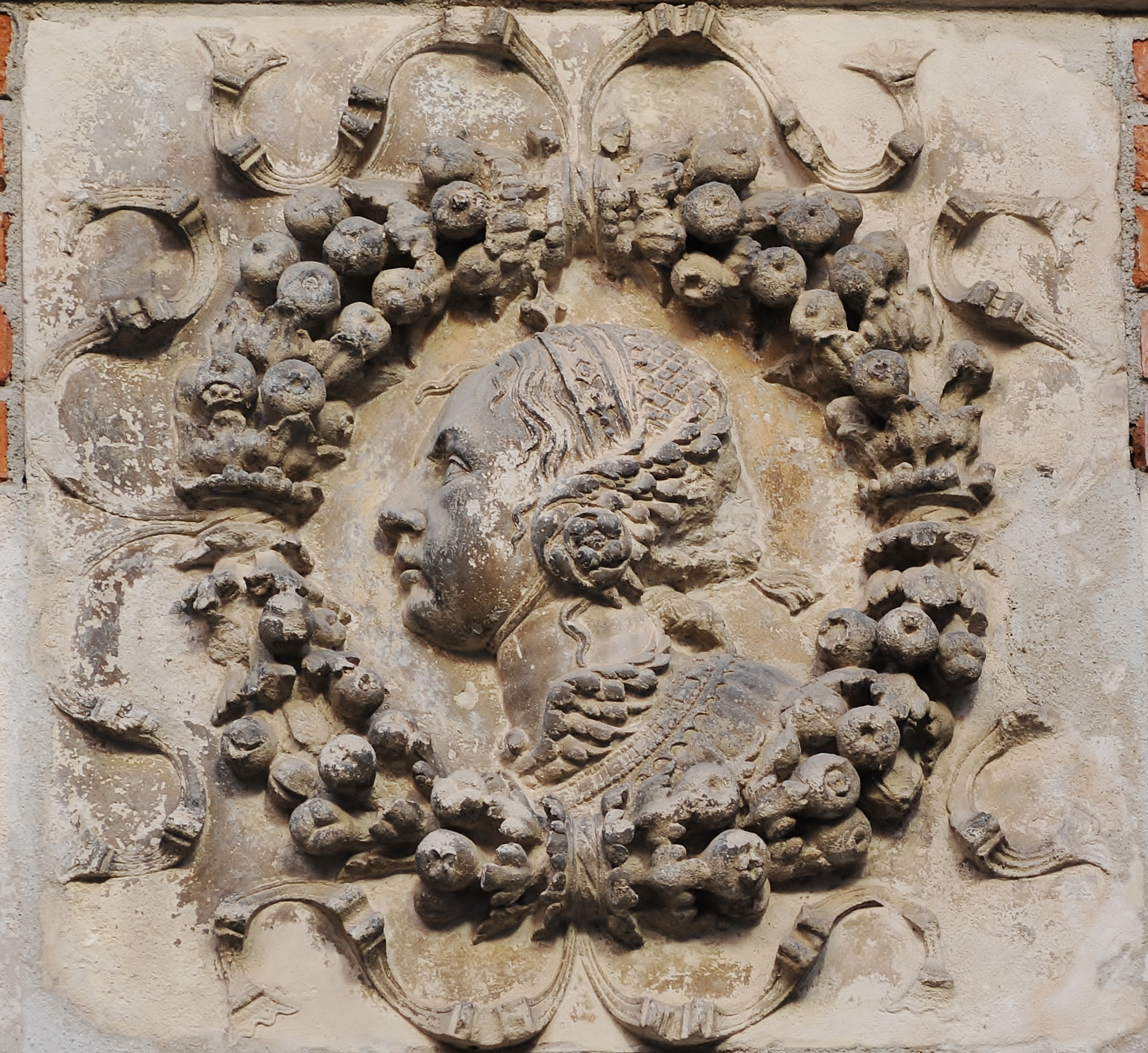
Hôtel Thomas de Montval (provenance : hôtel de Pins - Nicolas Bachelier).
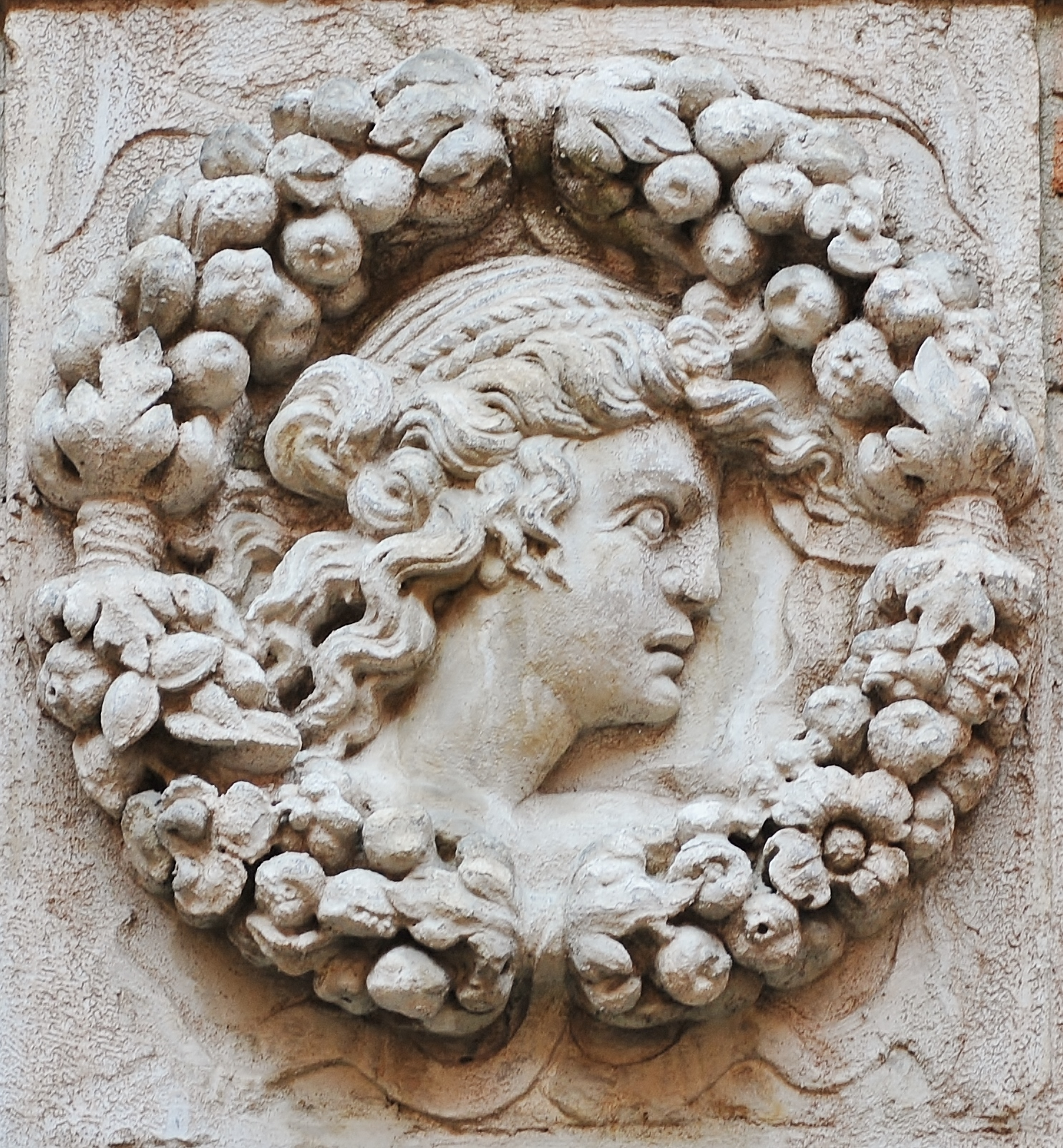
Hôtel Thomas de Montval (provenance : hôtel de Pins - Nicolas Bachelier).

#### L'hôtel d'Ulmo
Adresse : 15 rue Ninau. Inscrit MH.
Construit entre 1526 et 1536 pour Jean d'Ulmo, président à mortier au Parlement, cet hôtel est le premier à Toulouse à adopter un escalier droit et non plus en vis. Il est également un des rares hôtels entre cour et jardin encore conservés.
L'escalier droit en œuvre ouvre à chaque niveau sur les deux parties de l'appartement. Dans la cage, des pilastres et plates-bandes sont décorés de petits chapiteaux composites surmontés de portions d'entablement. Au dernier étage se trouve une voûte flamboyante dont la rencontre avec des pilastres classiques illustre le caractère des solutions françaises : les artistes ont assimilé toutes les finesses du vocabulaire Renaissance, mais ils souhaitent également conserver la grande tradition des voûtes savantes « qui ennoblissent et peuvent apporter un signe d'éternité ».
Le pavillon du perron, avec ses colonnettes de marbre et son dôme de pierre, est probablement du XVIIe siècle. Il est possible toutefois qu'un baldaquin du XVIe siècle qui se trouvait alors dans la cour du Parlement de Toulouse ait servi de modèle à celui-ci.

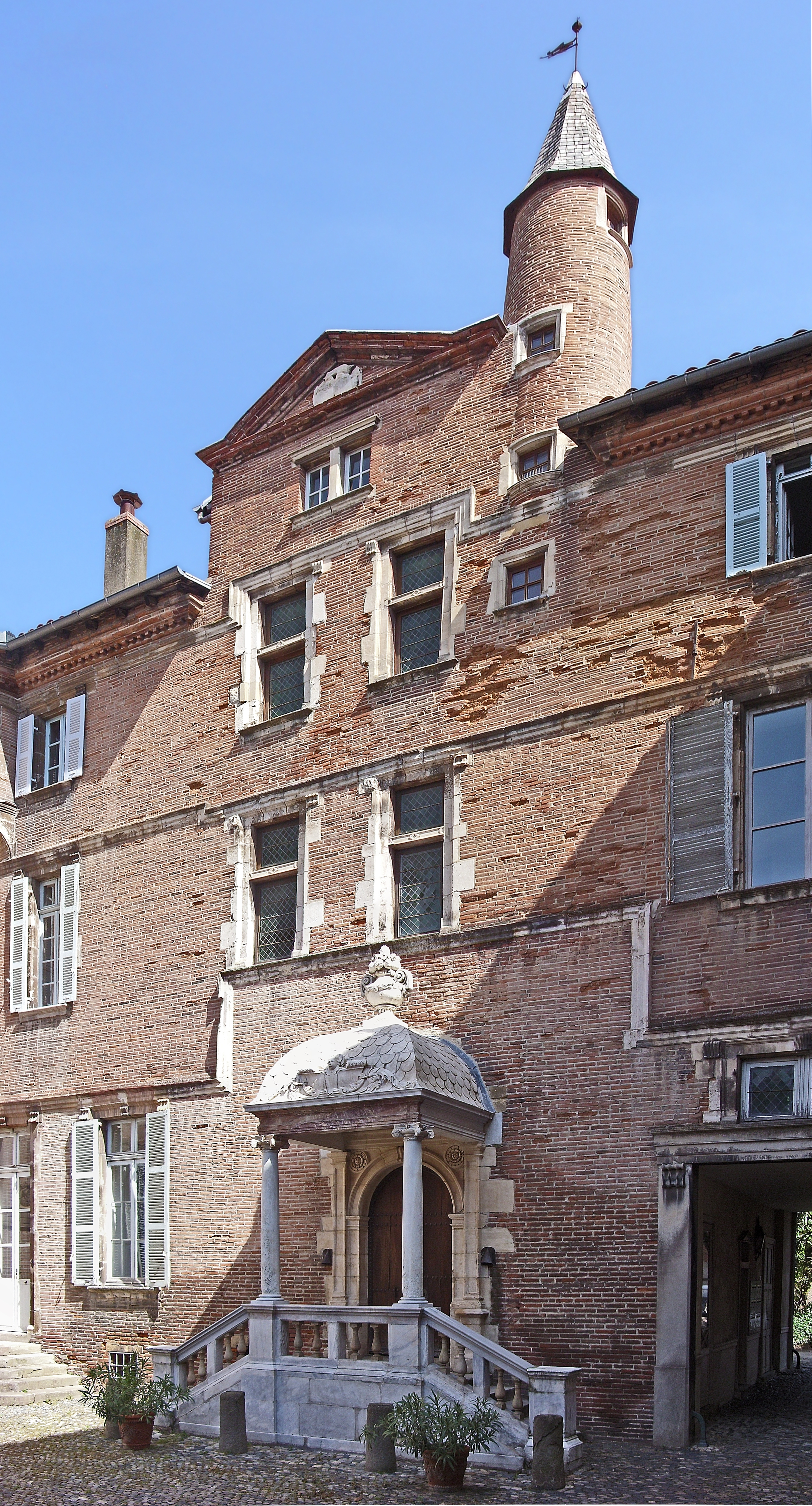
L'hôtel d'Ulmo.
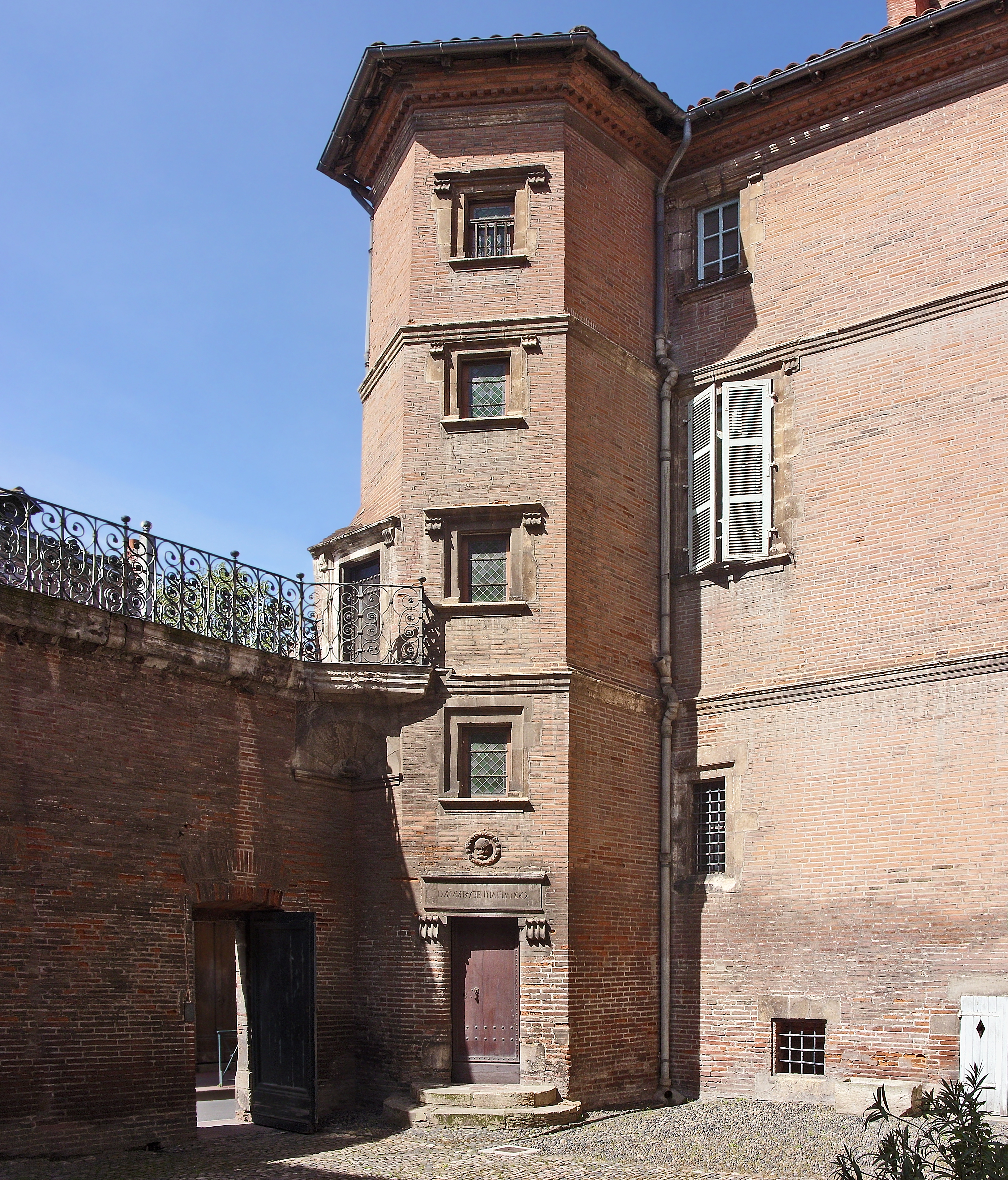
Ulmo : tour d'escalier latérale.
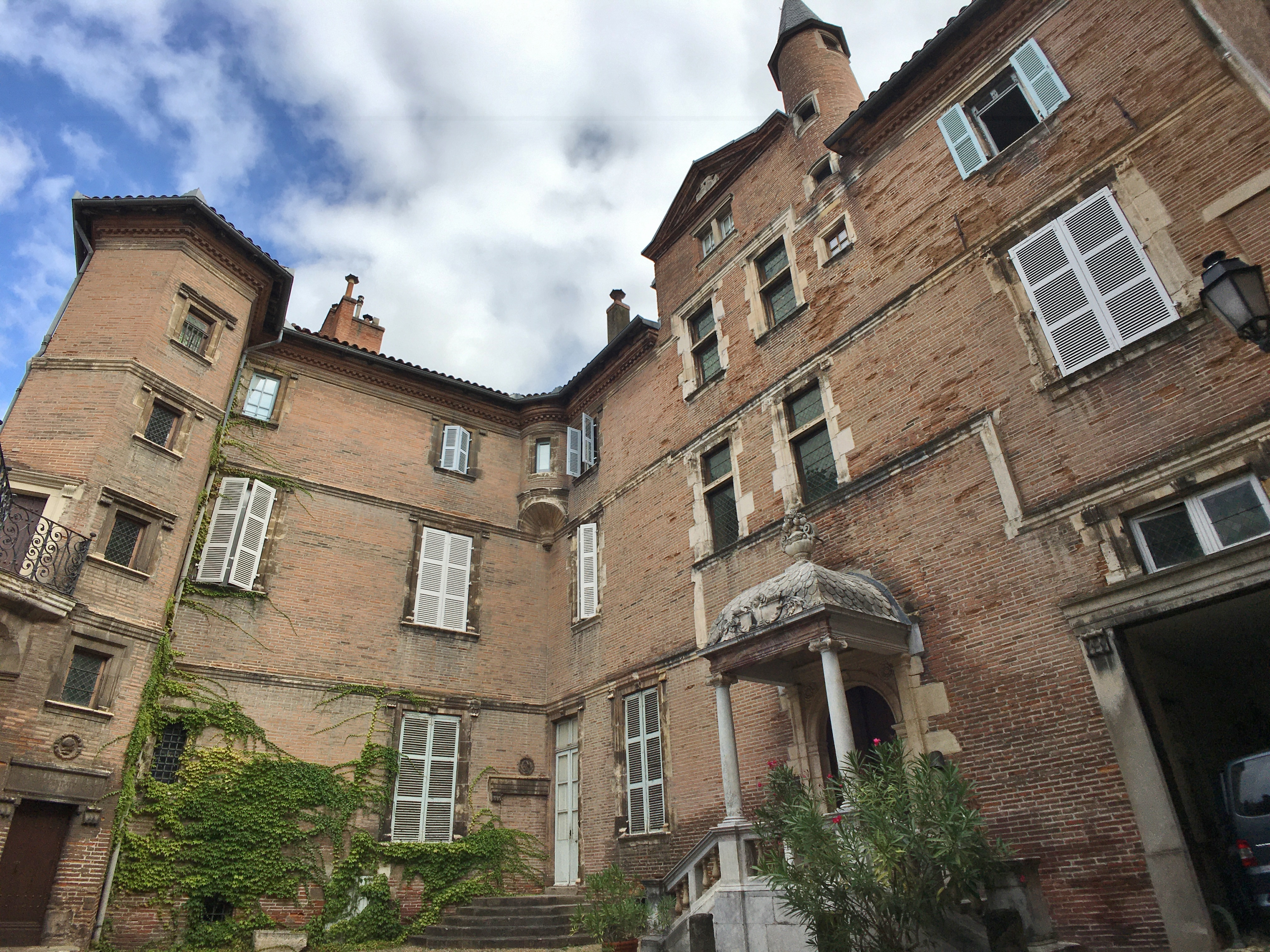
Ulmo : façades de la cour.
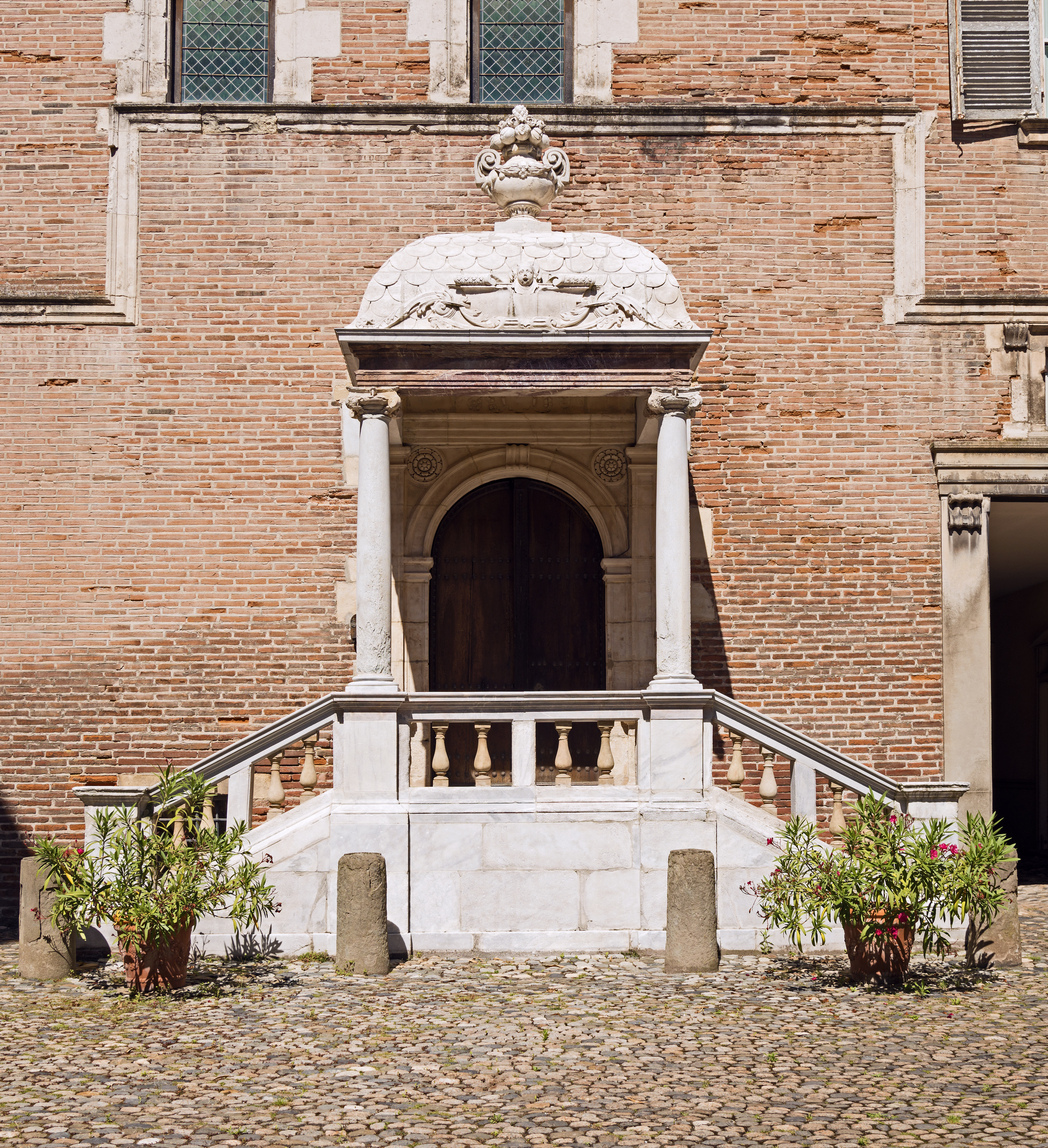
Ulmo : baldaquin de marbre blanc.
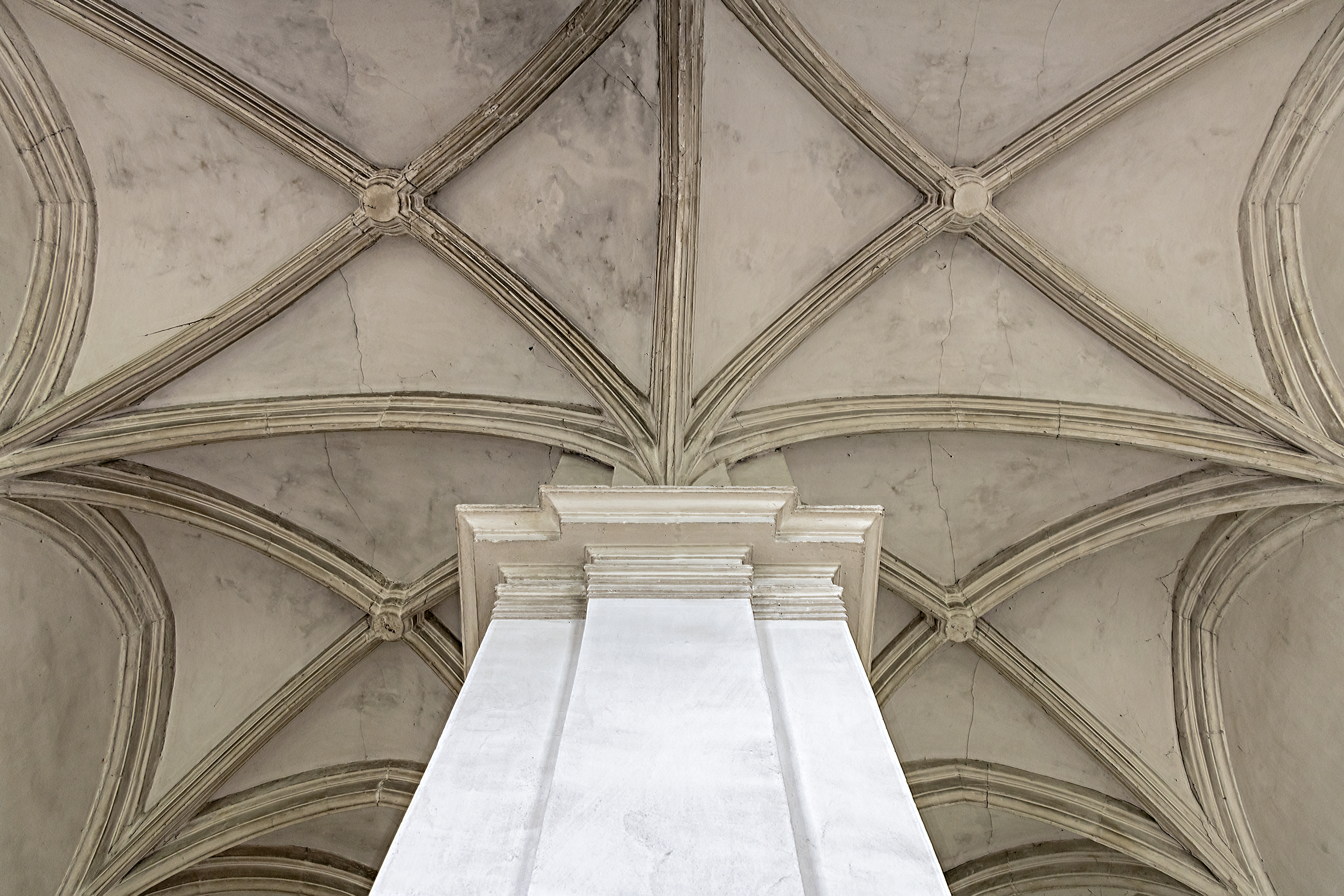
Ulmo : plafond en croisée d'ogives de l'escalier principal.
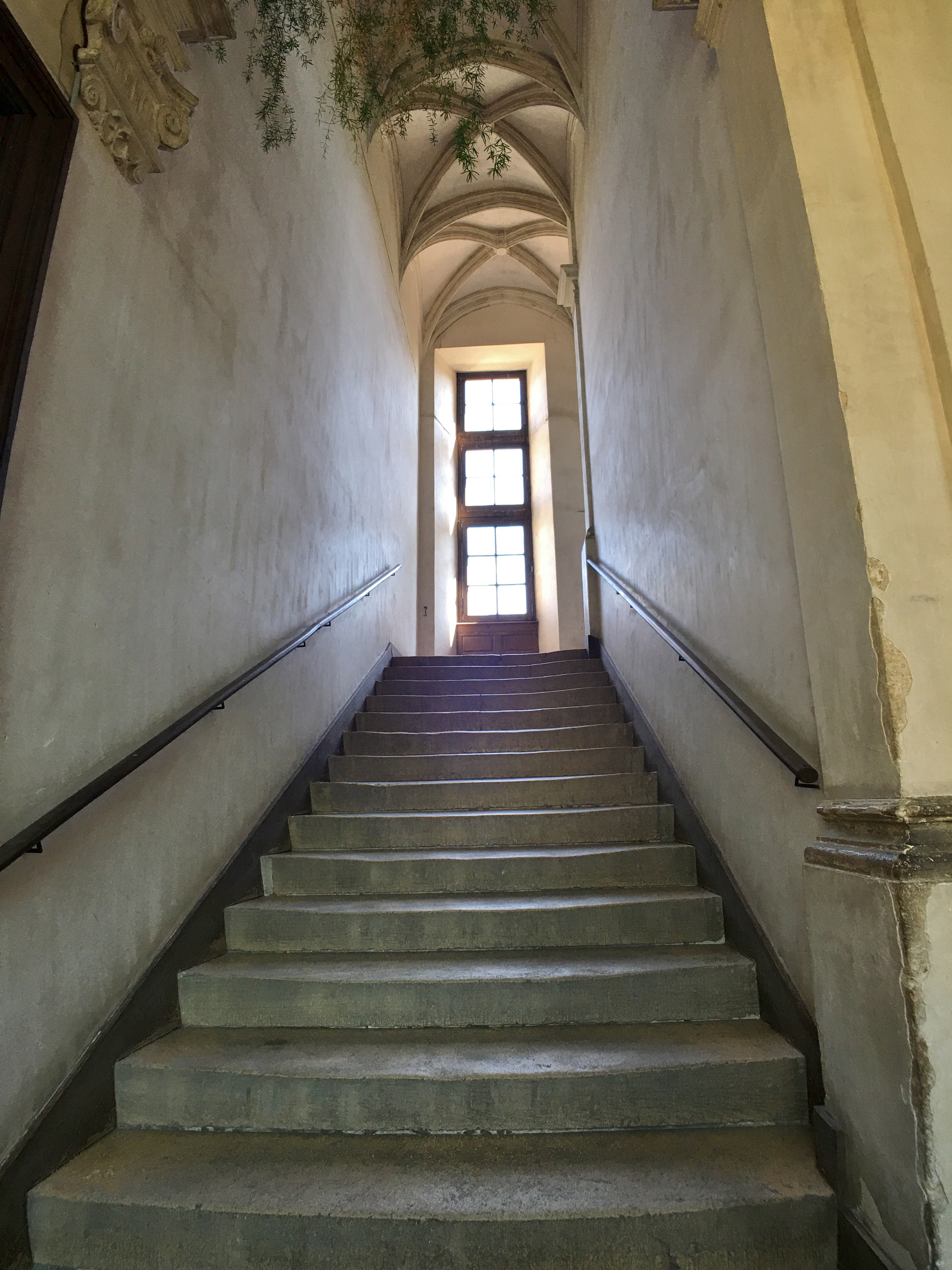
L'escalier de l'hôtel d'Ulmo est le premier escalier droit de Toulouse.
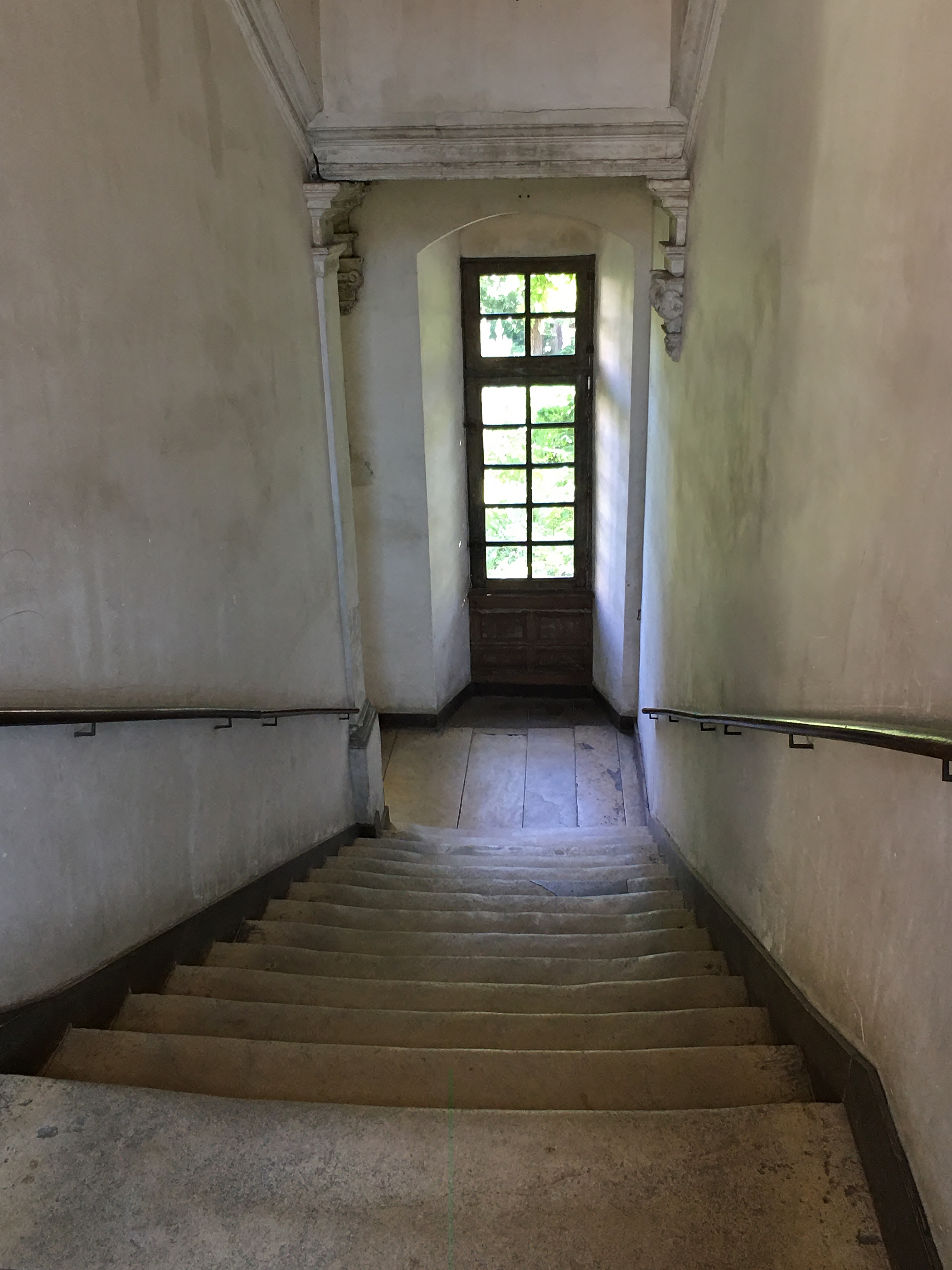
Ulmo : escalier.
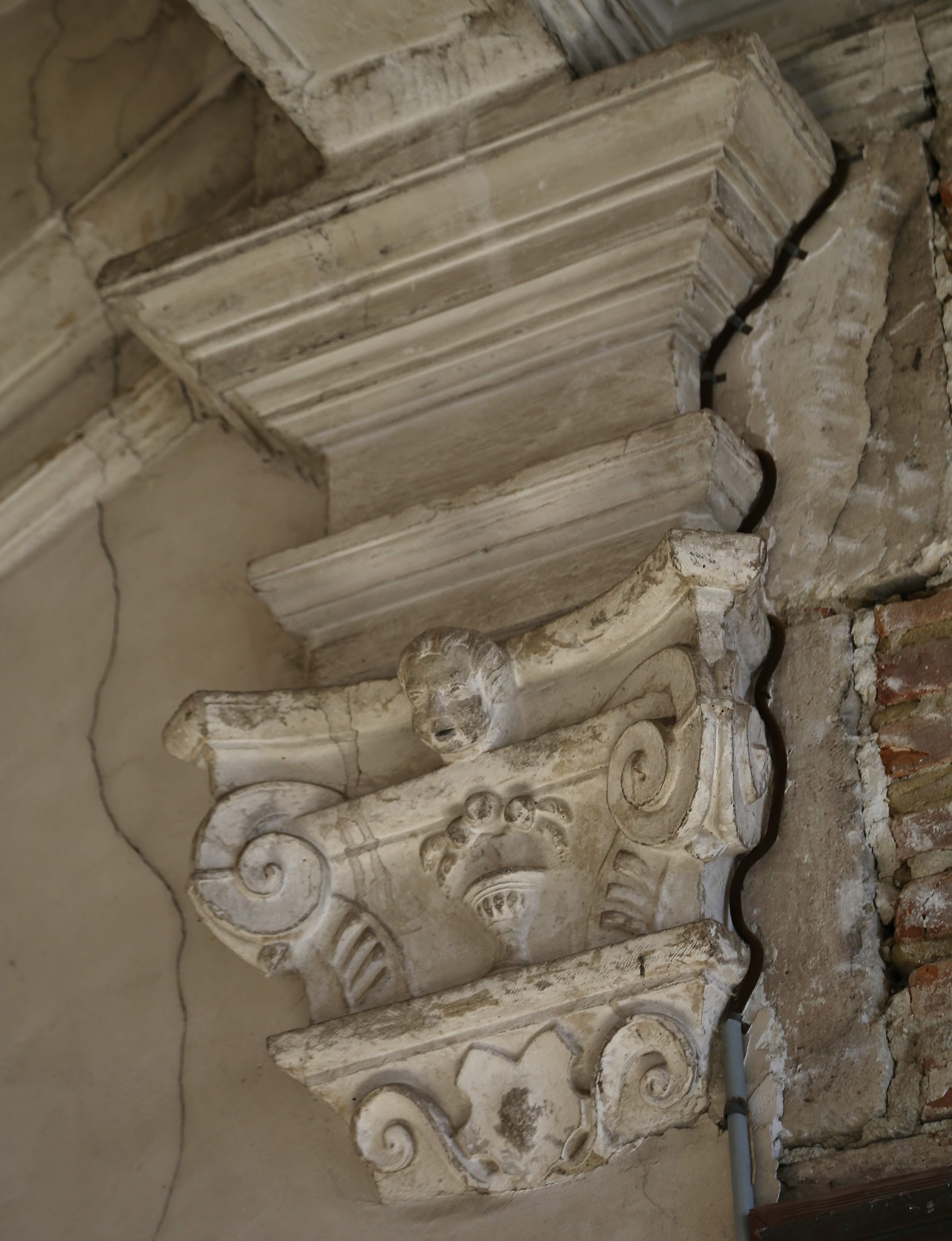
Ulmo : chapiteau dorique dans l'escalier.
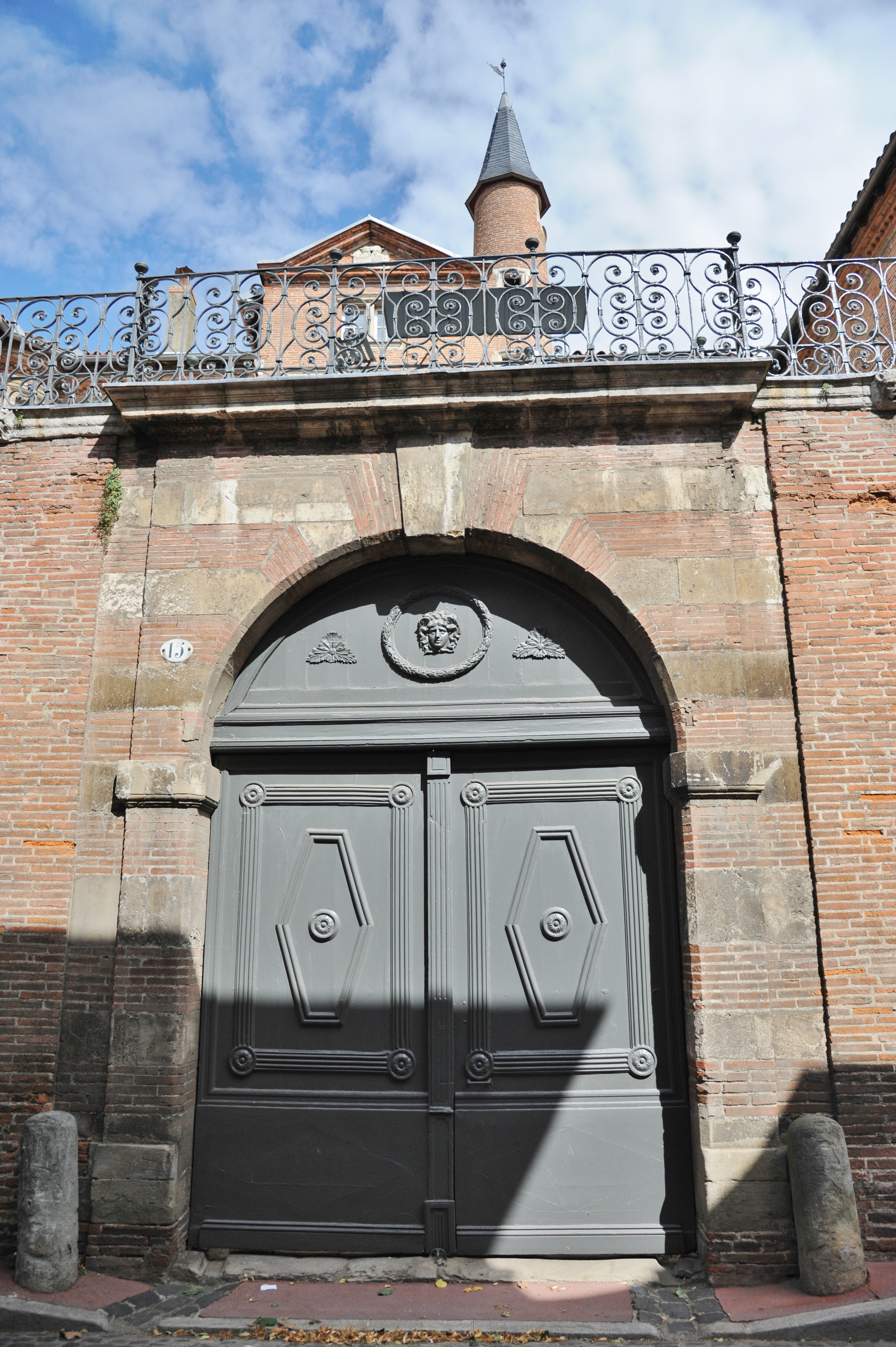
Ulmo : portail.
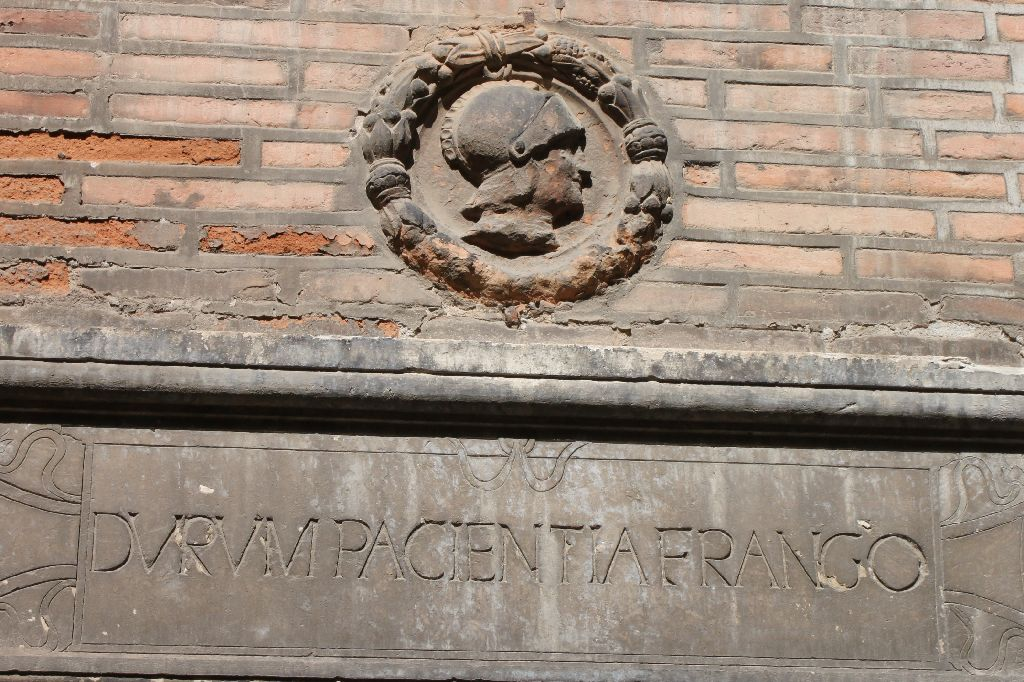
Ulmo : devise DURUM PACIENTIA FRANGO (« Ma patience triomphe de tout »).
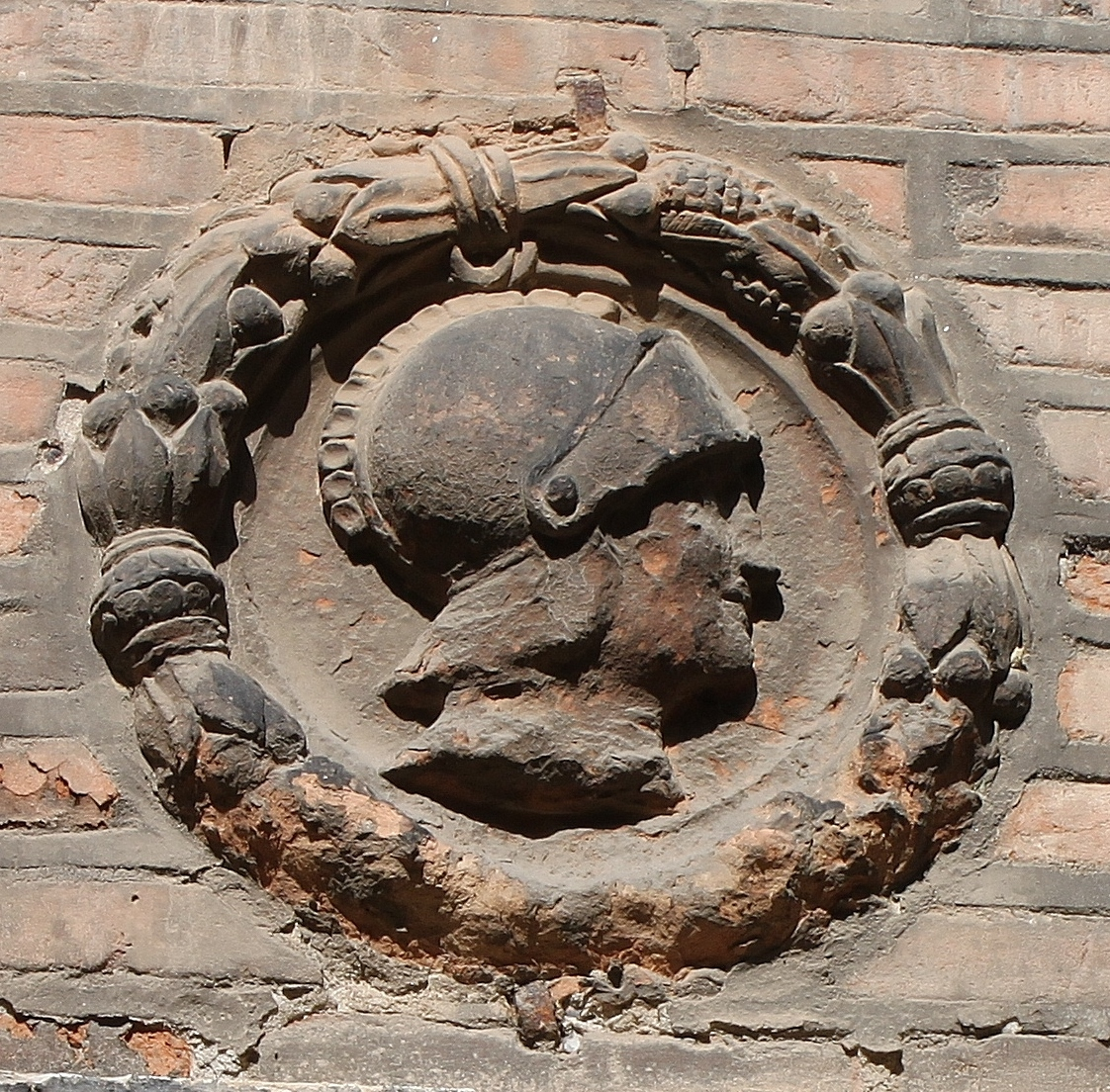
Ulmo : médaillon.
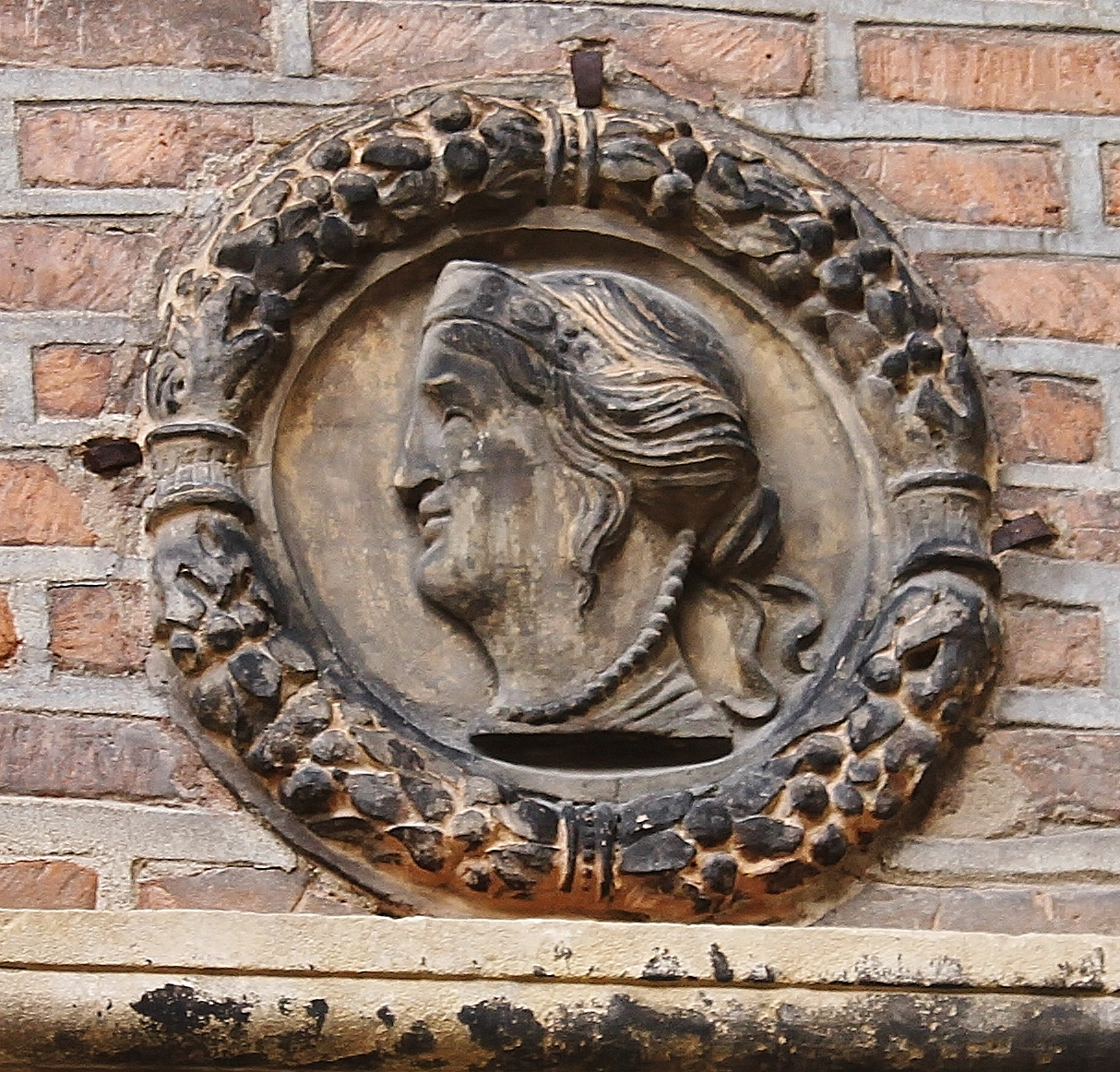
Ulmo : médaillon.

#### L'hôtel de Bernuy (cour Renaissance)
Adresse : 1 rue Gambetta. Classé MH.
Après avoir commandité une première campagne de travaux dès 1502, conduisant notamment à l'érection de la tour d'escalier gothique, vers 1530 c'est à l'architecte Louis Privat que Jean de Bernuy confie la construction d'une nouvelle cour où se développe avec abondance le langage de la Renaissance.
Les portraits en médaillon des propriétaires dominent la cour et le visiteur. Sur la galerie haute, les fenêtres présentent, pour la première fois à Toulouse, des colonnes corinthiennes dont le dessin est tiré d'un traité d'architecture. De longues colonnes-candélabres donnent une exceptionnelle monumentalité à la cour dont le prestige est encore rehaussé par l'emploi abondant de la pierre, matériau luxueux à Toulouse de par sa rareté et son prix sur le marché local, qui affiche la richesse du propriétaire.
Par son architecture ambitieuse et sa taille démesurée, la grande voûte surbaissée est le morceau le plus extraordinaire de cette cour. Les cloisons des caissons, comme les roses pendantes en leur centre, ne suivent pas la courbure de la voûte mais sont strictement verticales, ce qui a considérablement compliqué le travail du tailleur de pierre.
Considérée comme un magnifique témoin de l'introduction de la Renaissance à Toulouse et comme un symbole de l'opulence de la cité, cette cour de l'hôtel de Bernuy a été partiellement reproduite à la Cité de l'architecture et du patrimoine afin d'illustrer le style de la Première Renaissance en France.

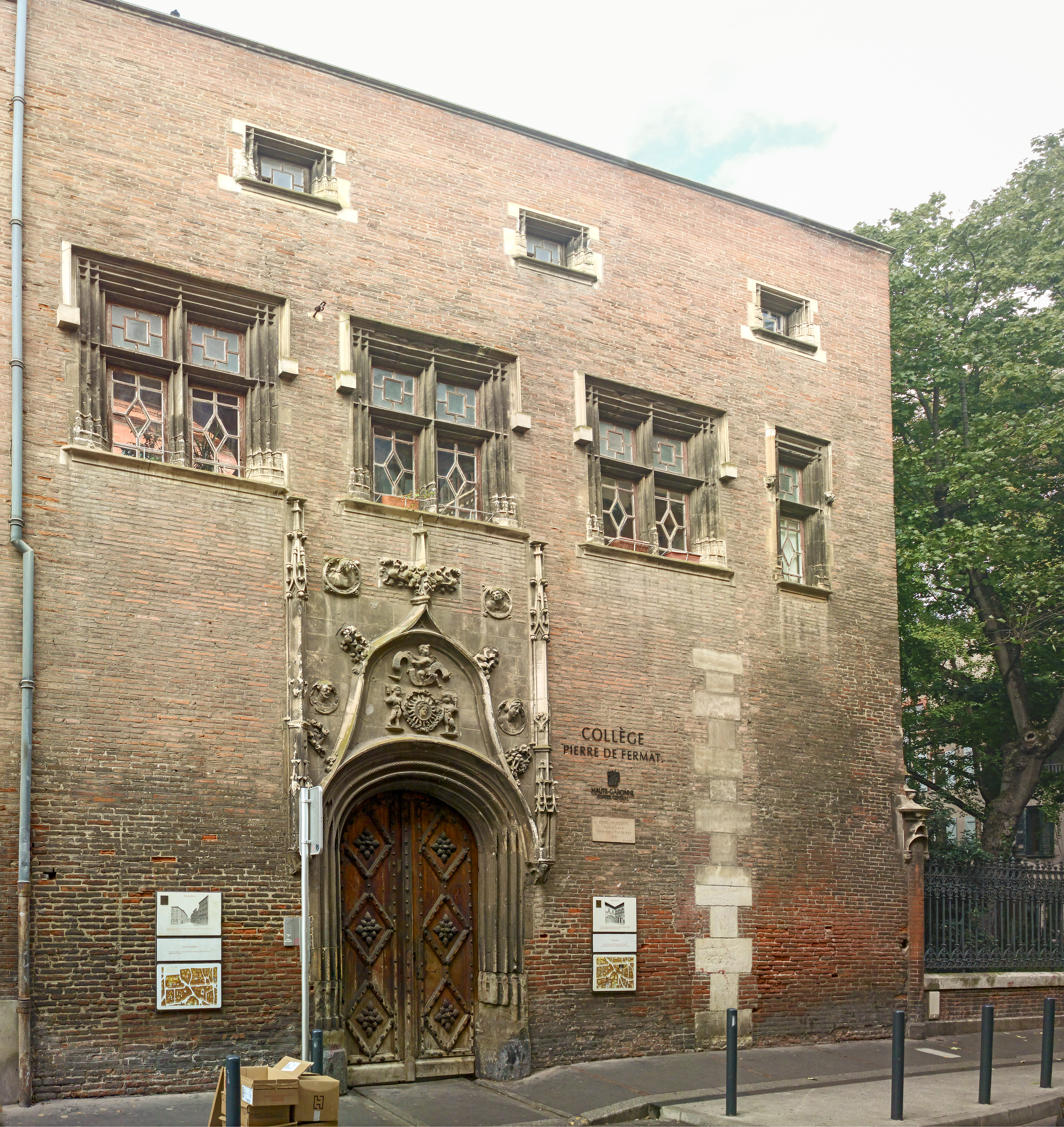
L'hôtel de Bernuy.
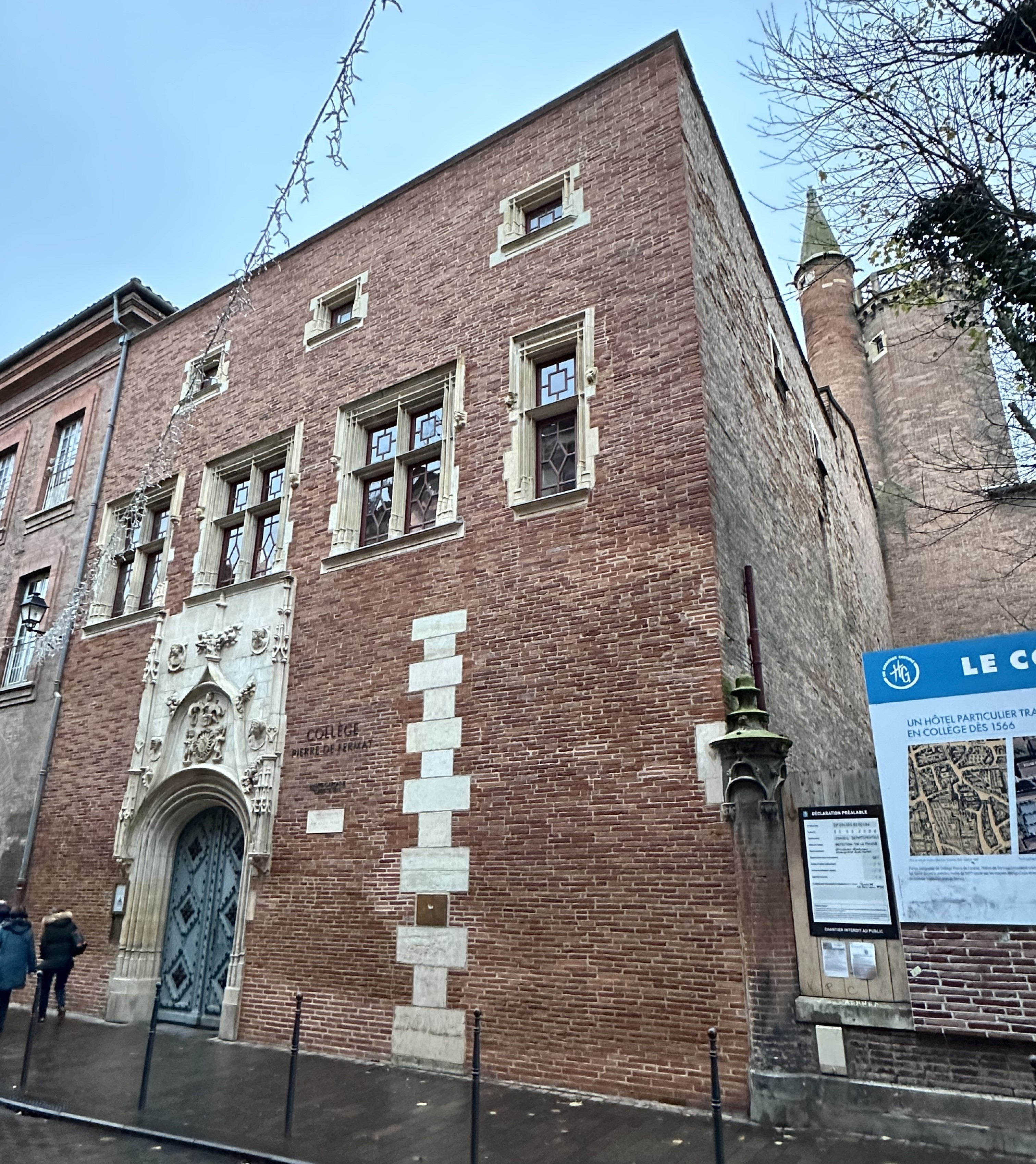
L'hôtel de Bernuy après ravalement.
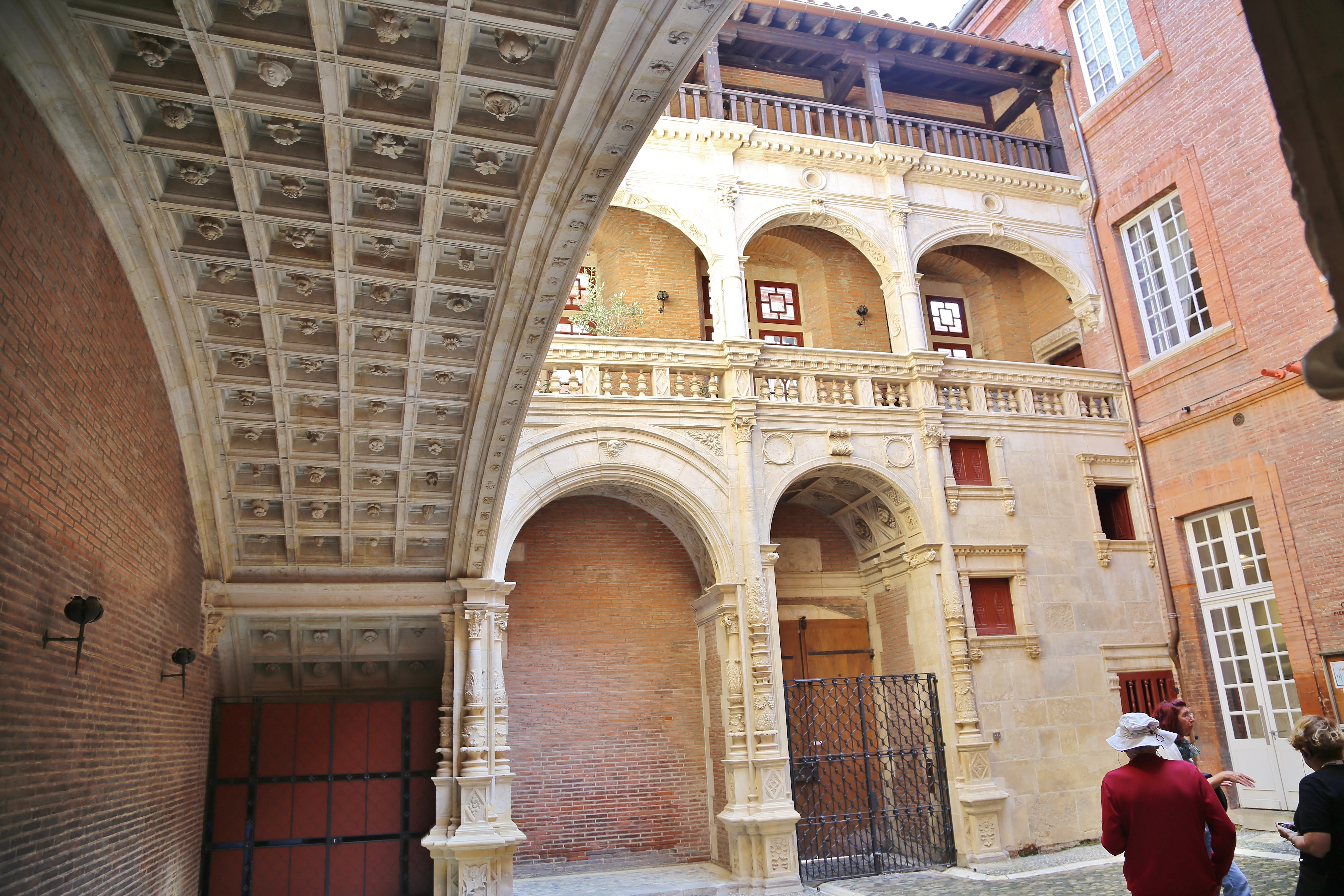
Bernuy : la cour Renaissance.
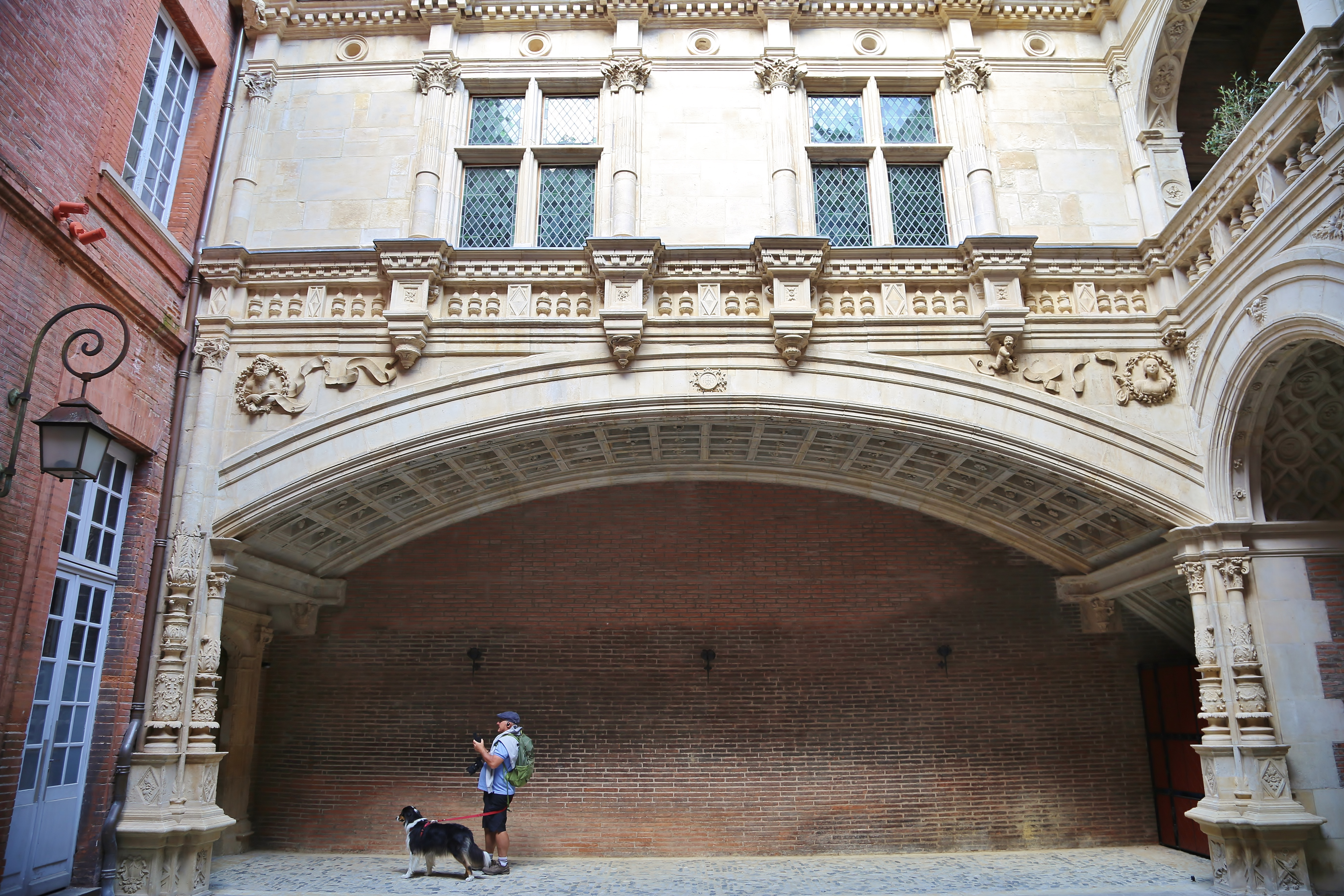
Bernuy: façade Renaissance.
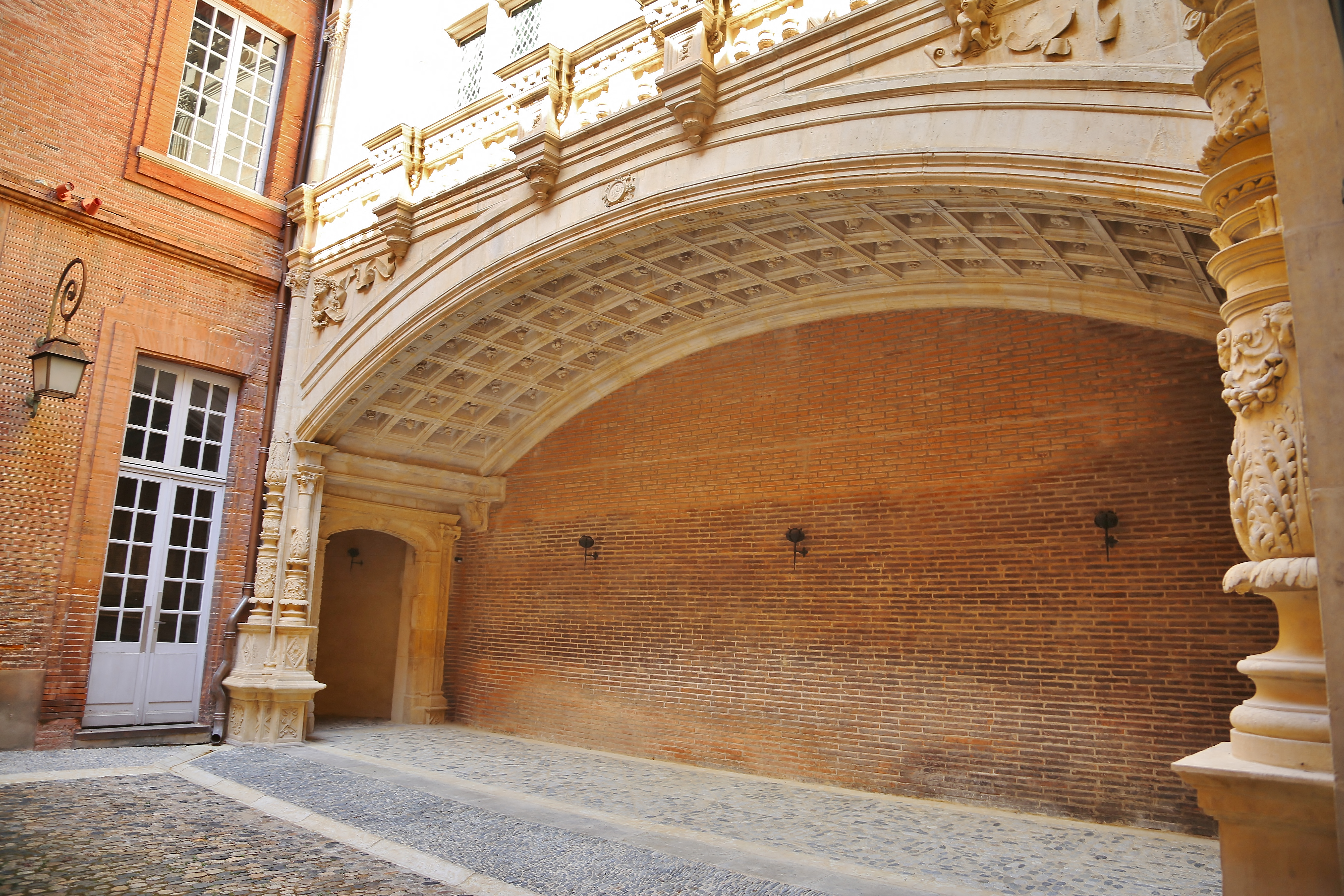
Bernuy : la voûte surbaissée.
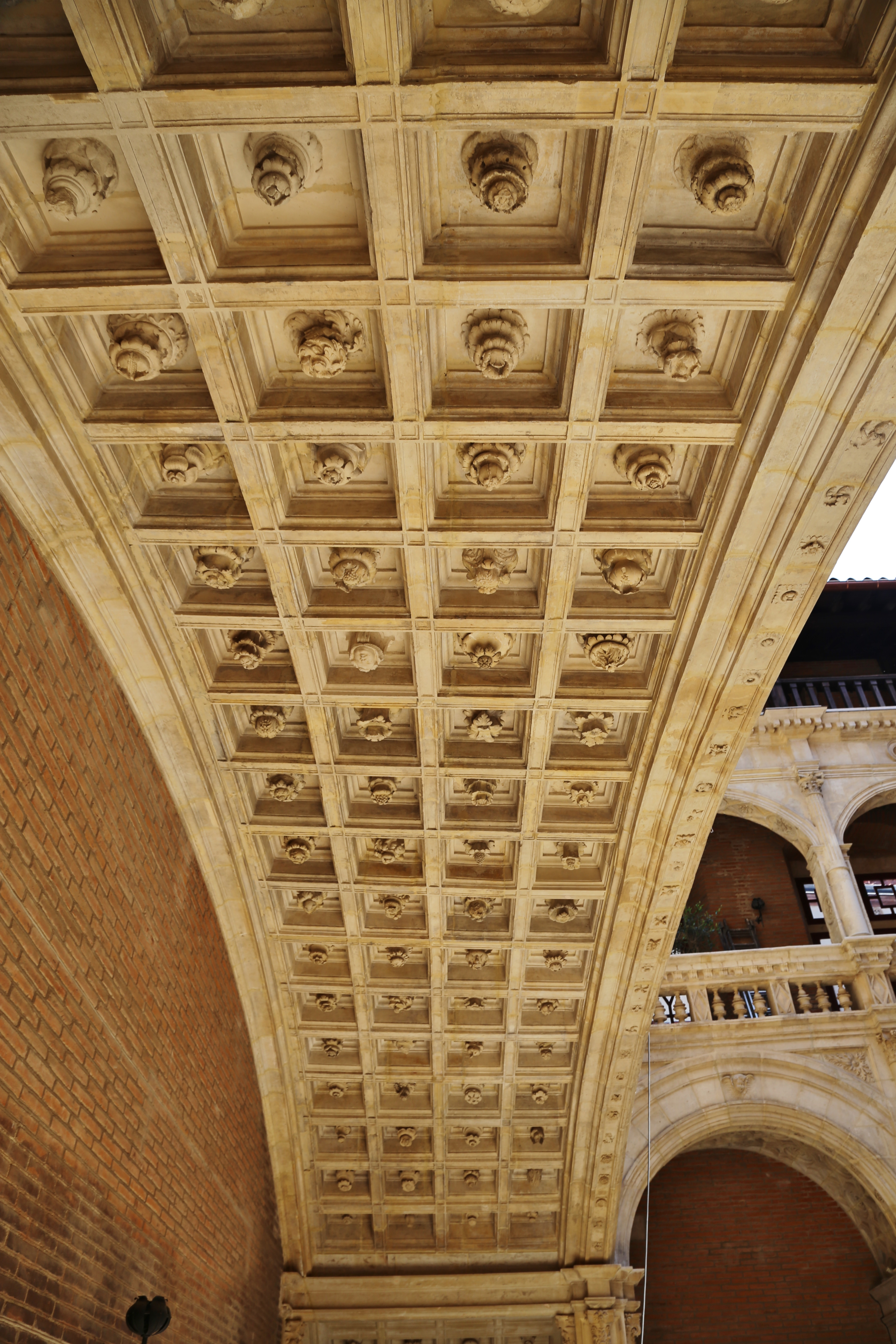
Bernuy : les caissons de la voûte.
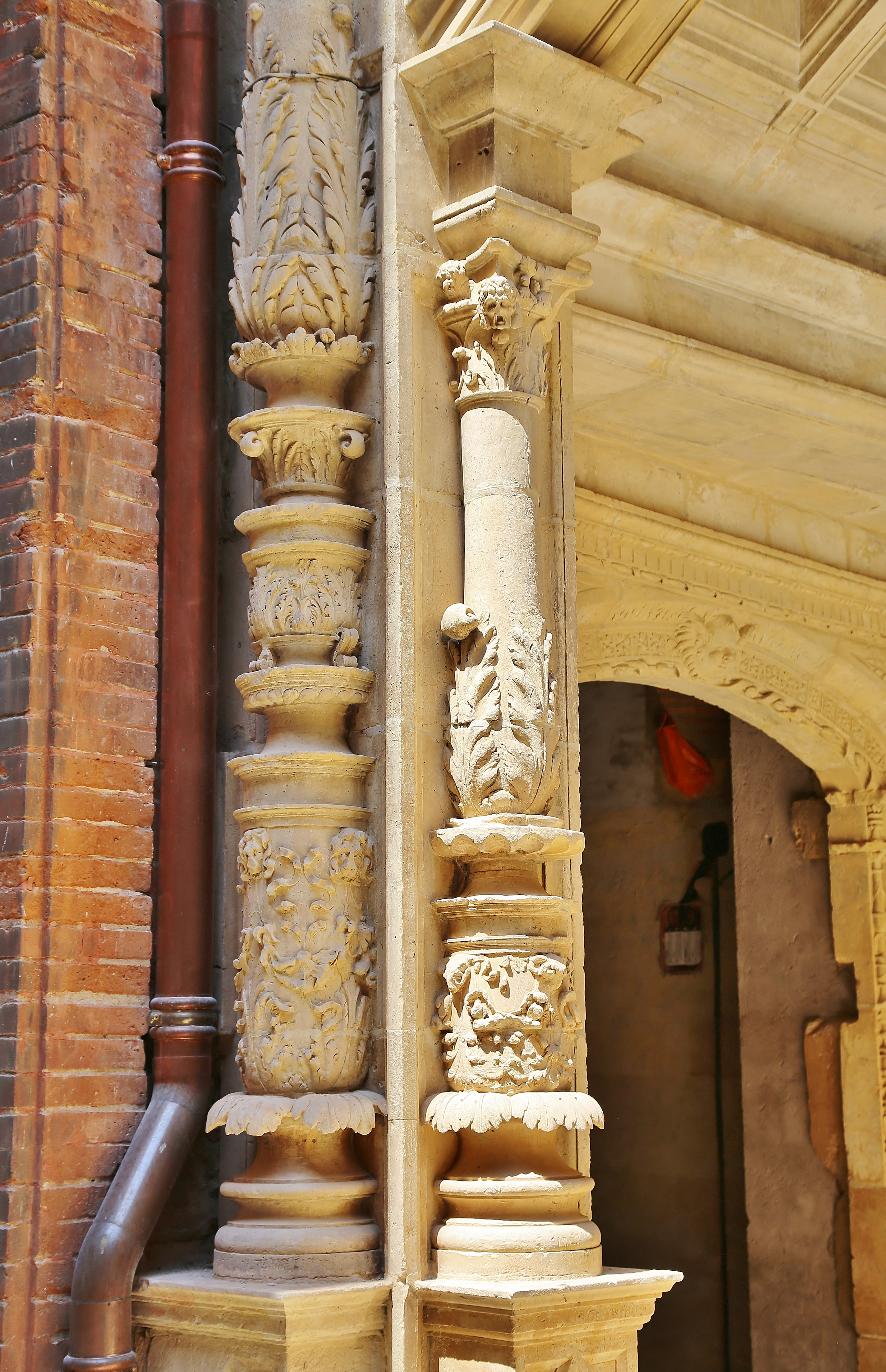
Bernuy : Colonnes-candélabres.
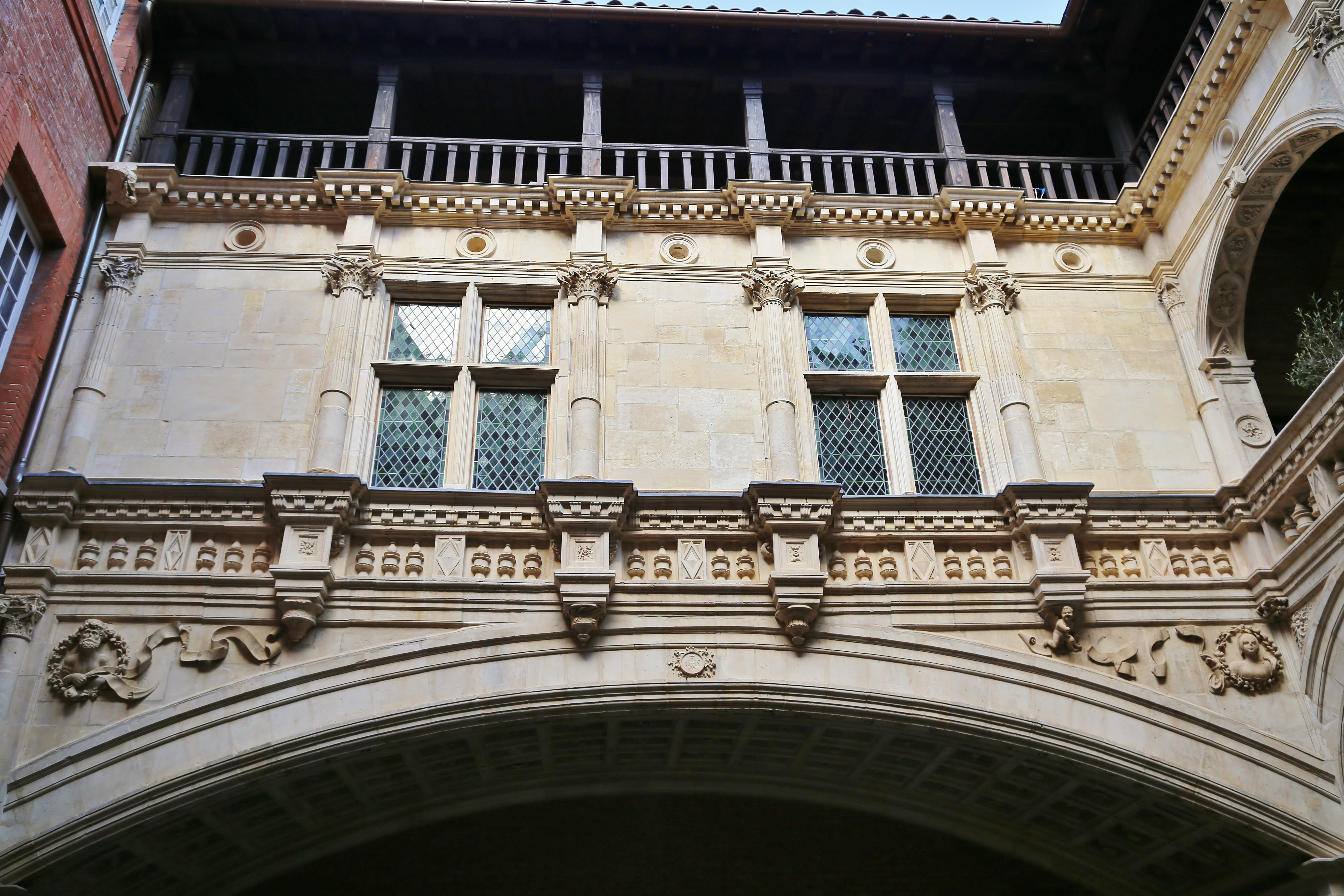
Bernuy : fenêtres aux colonnes corinthiennes.
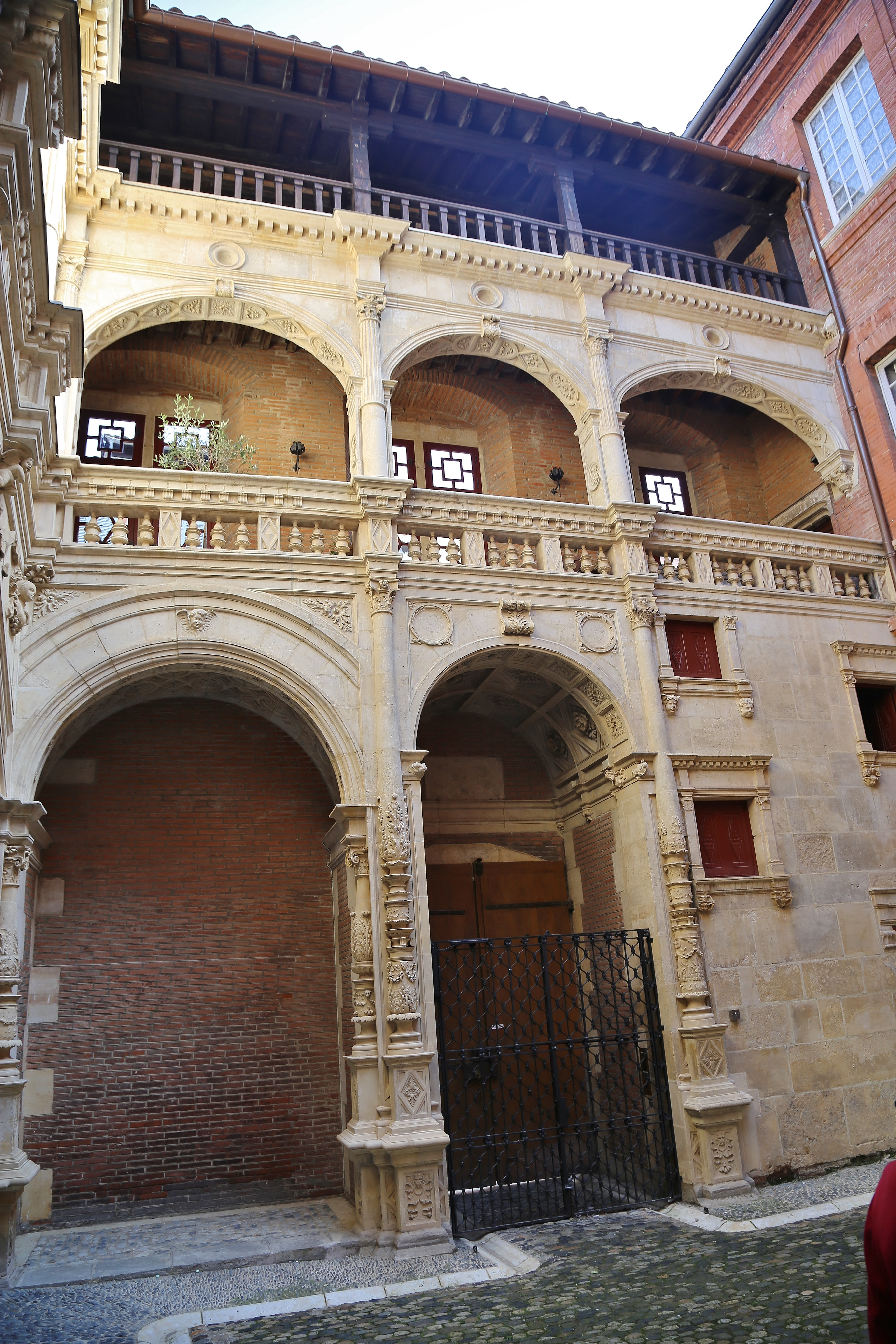
Bernuy : la galerie au-dessus du portail.
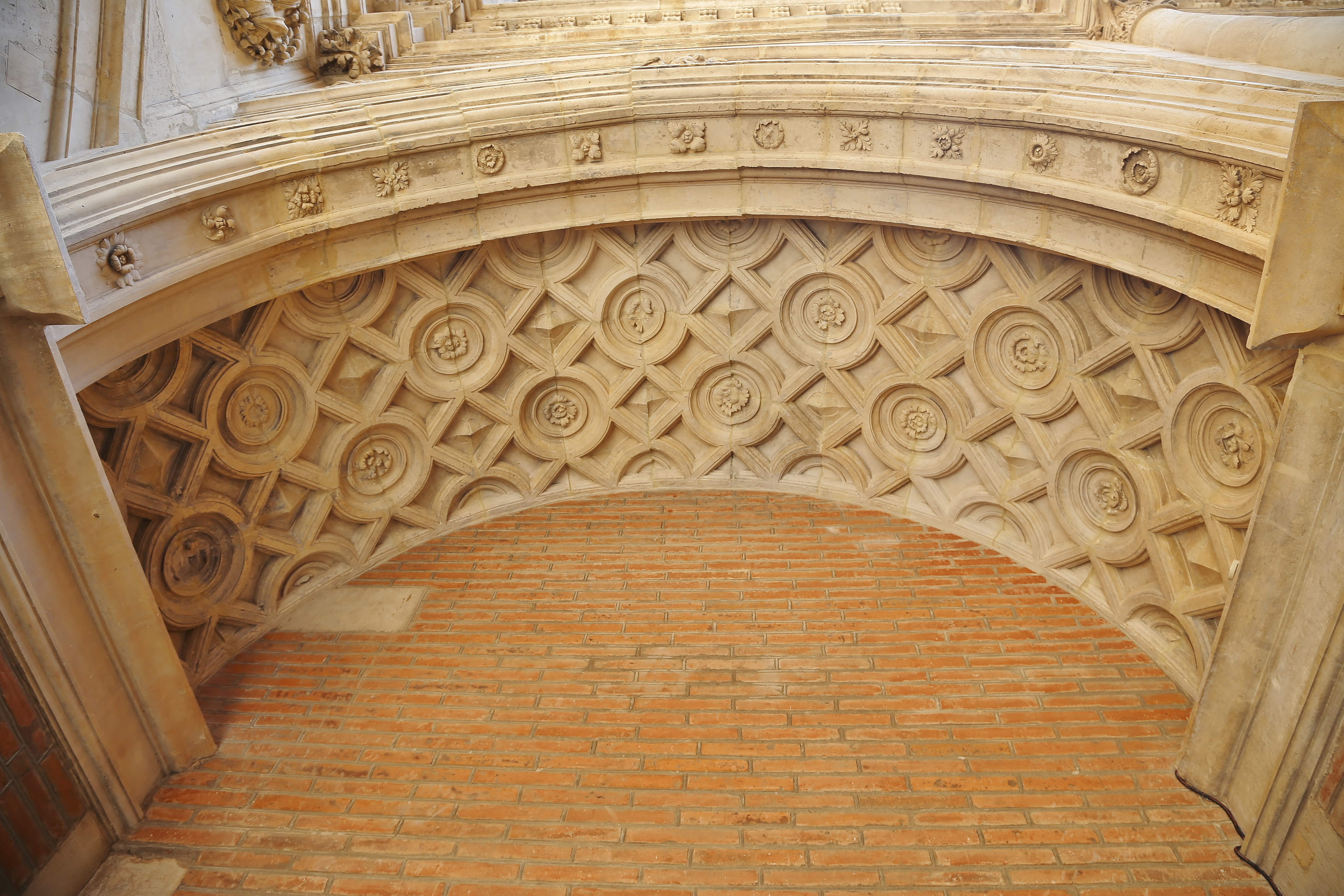
Bernuy.
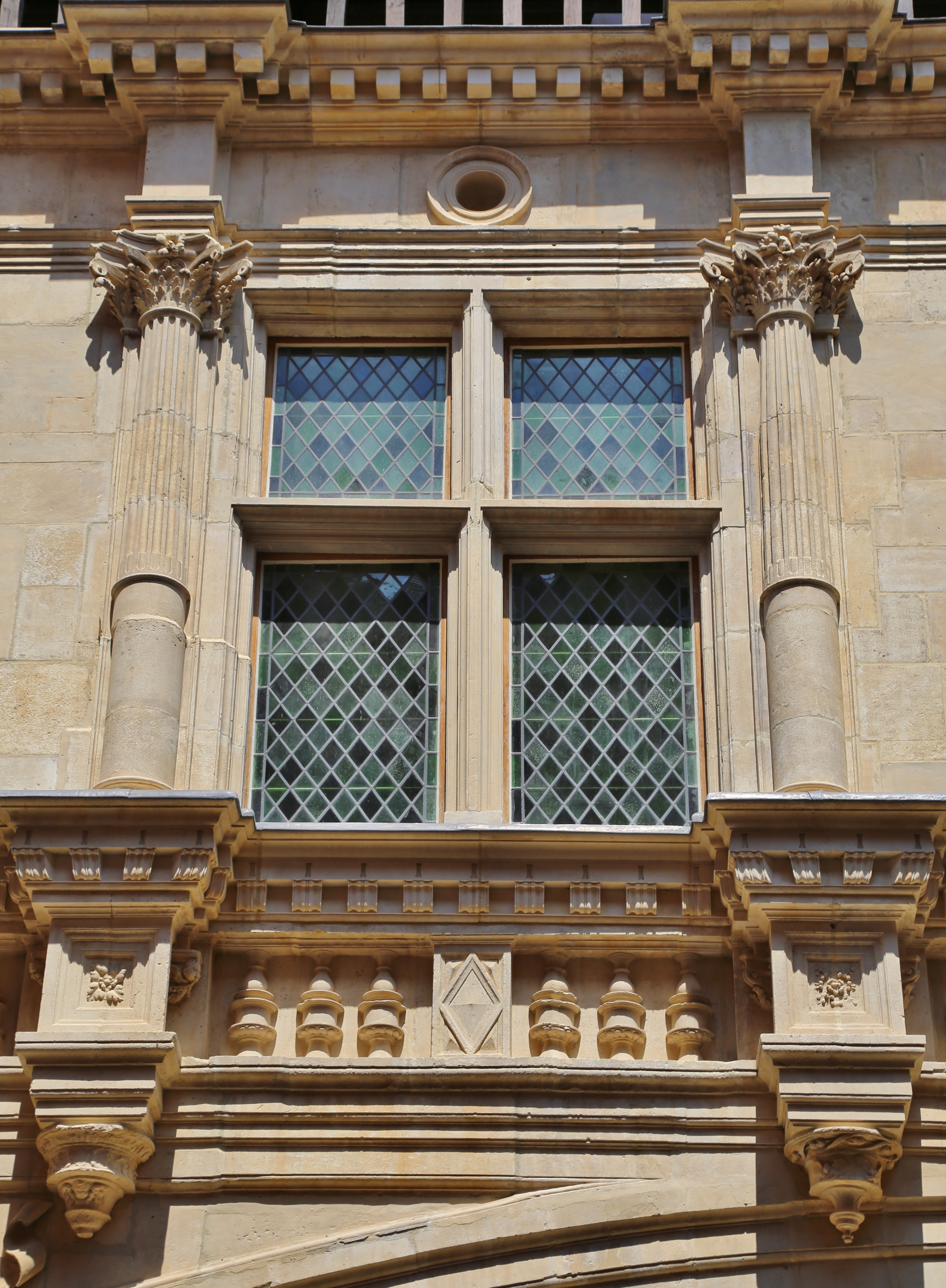
Bernuy : fenêtre.
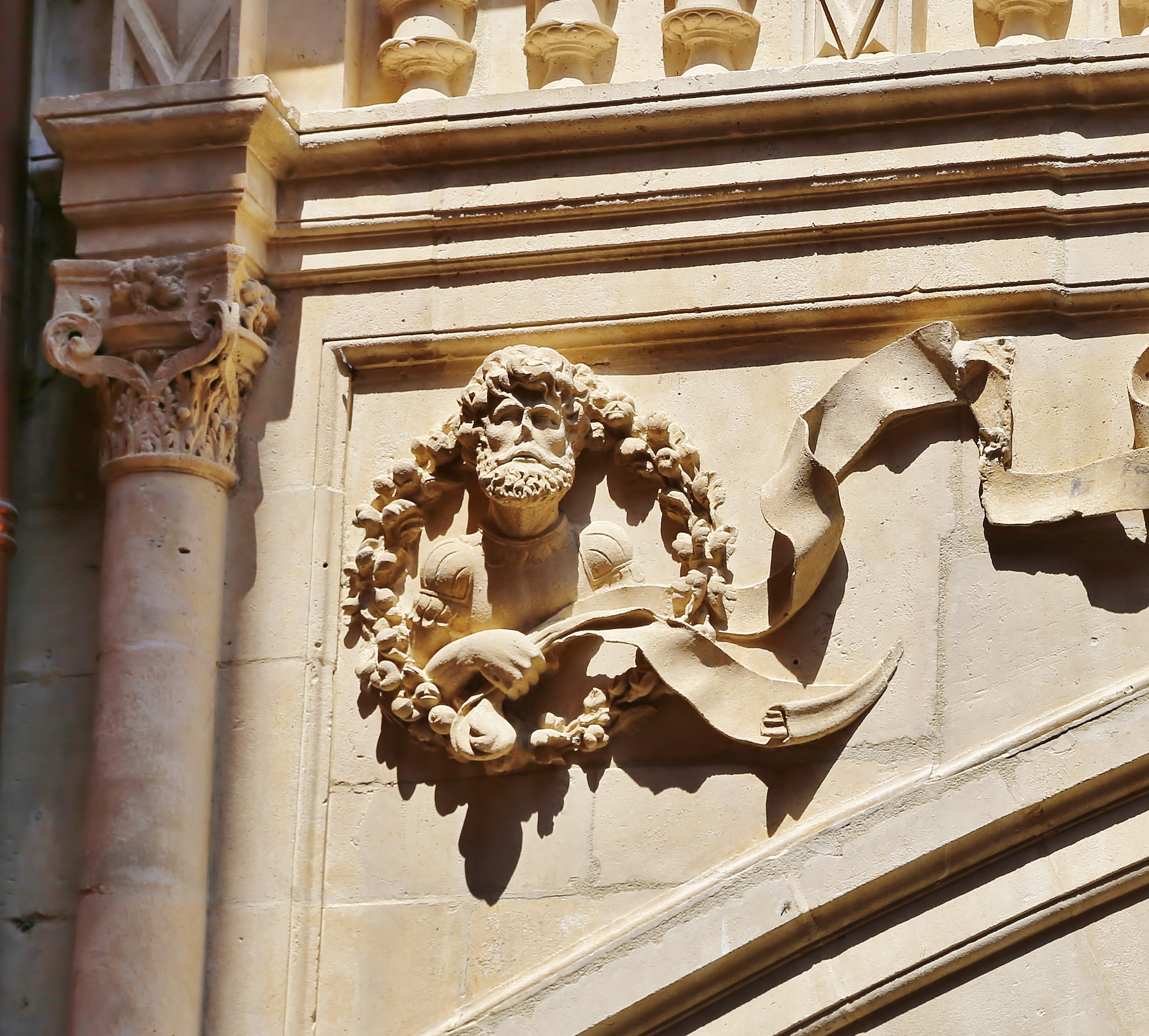
Bernuy : buste de Jean de Bernuy.
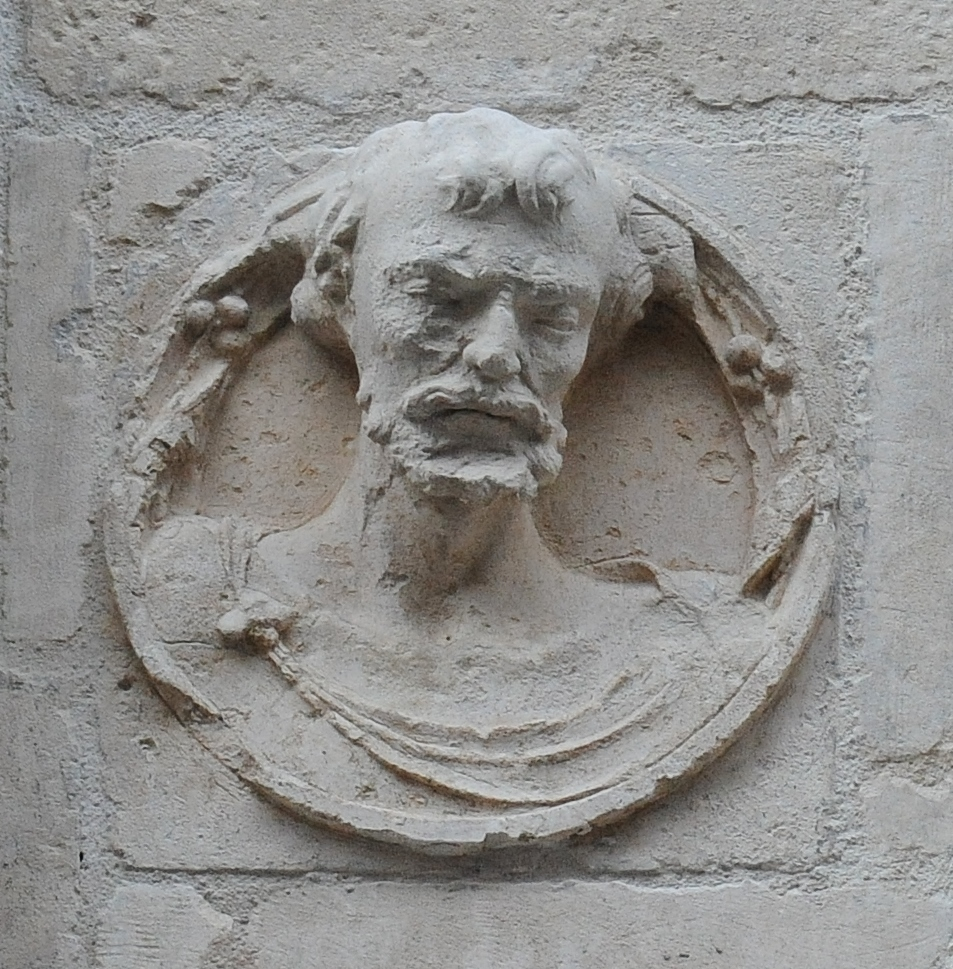
Bernuy : médaillon (portail).
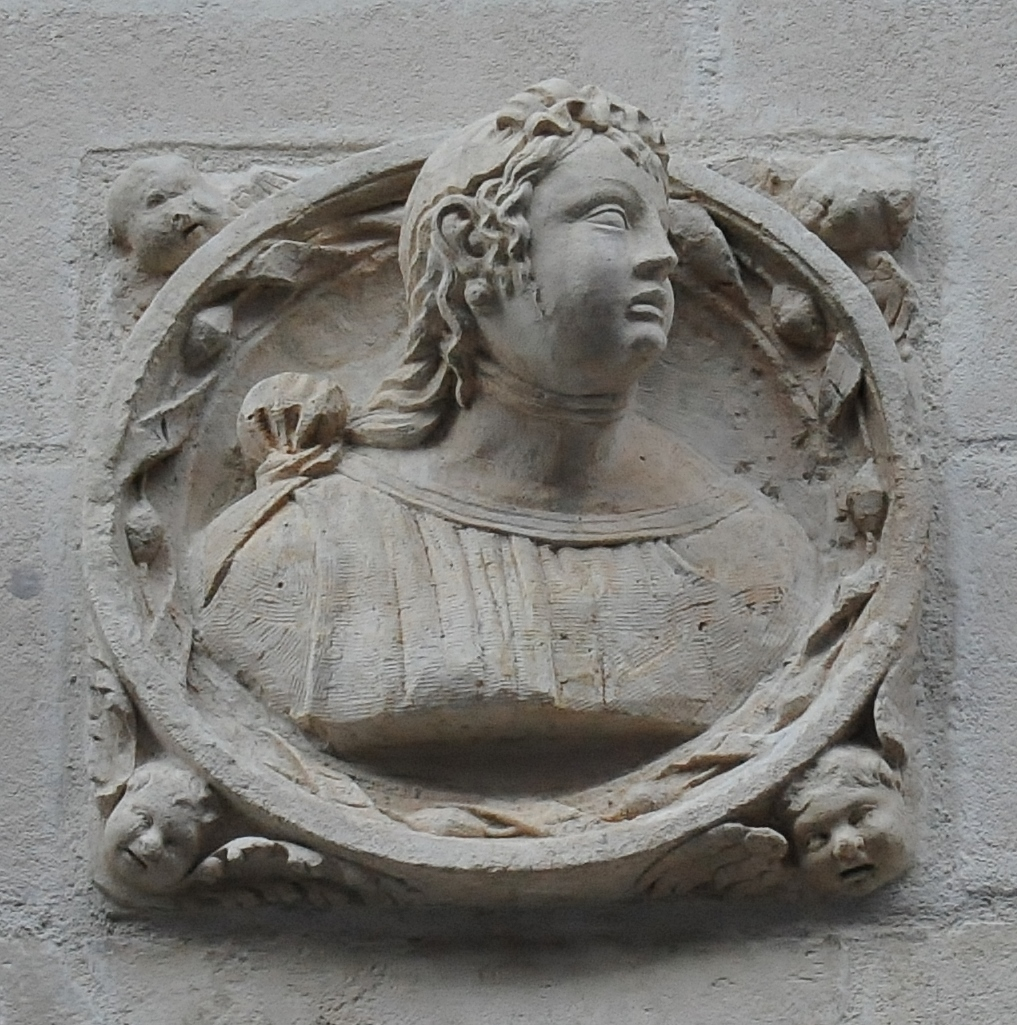
Bernuy : médaillon (portail).
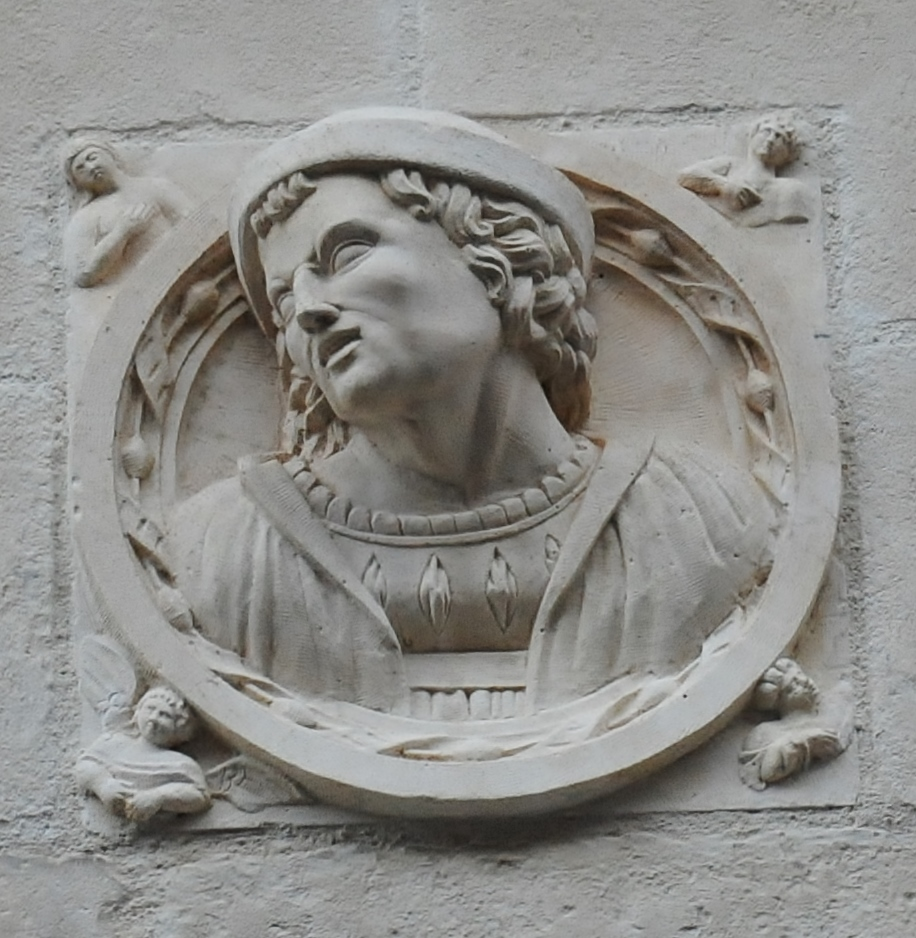
Bernuy : médaillon (portail).
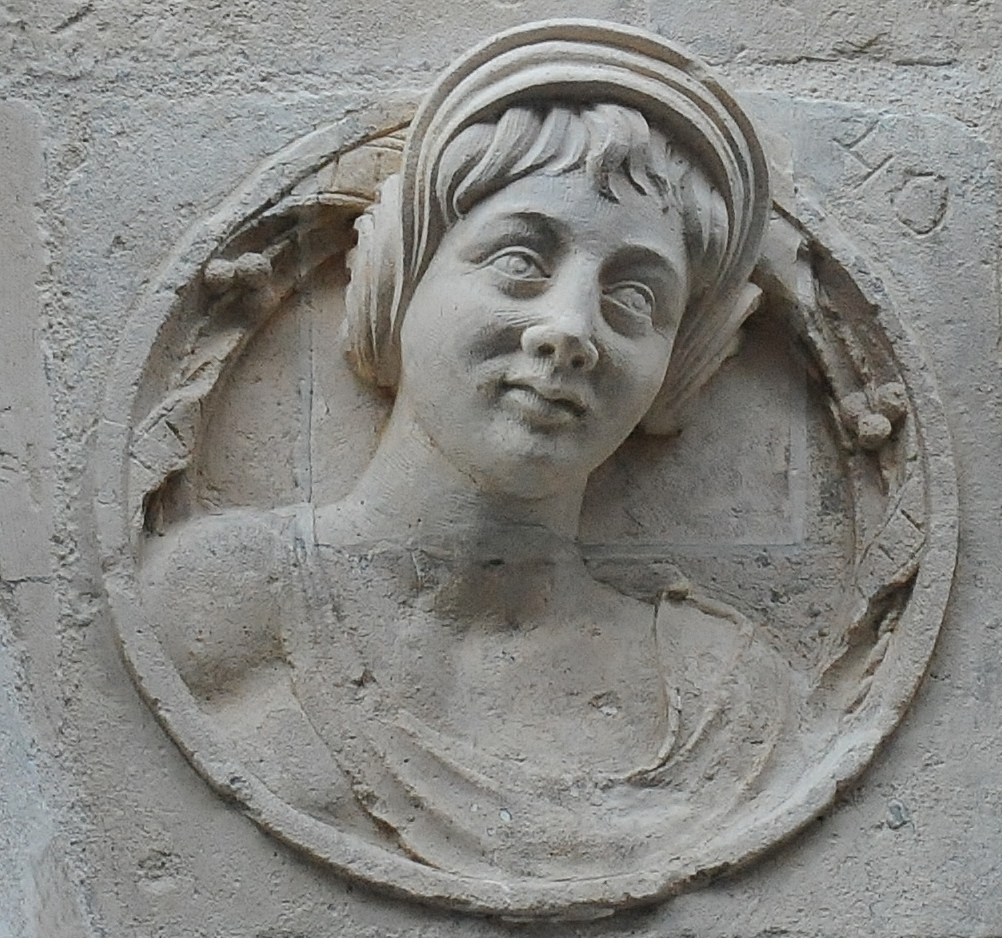
Bernuy : médaillon (portail).
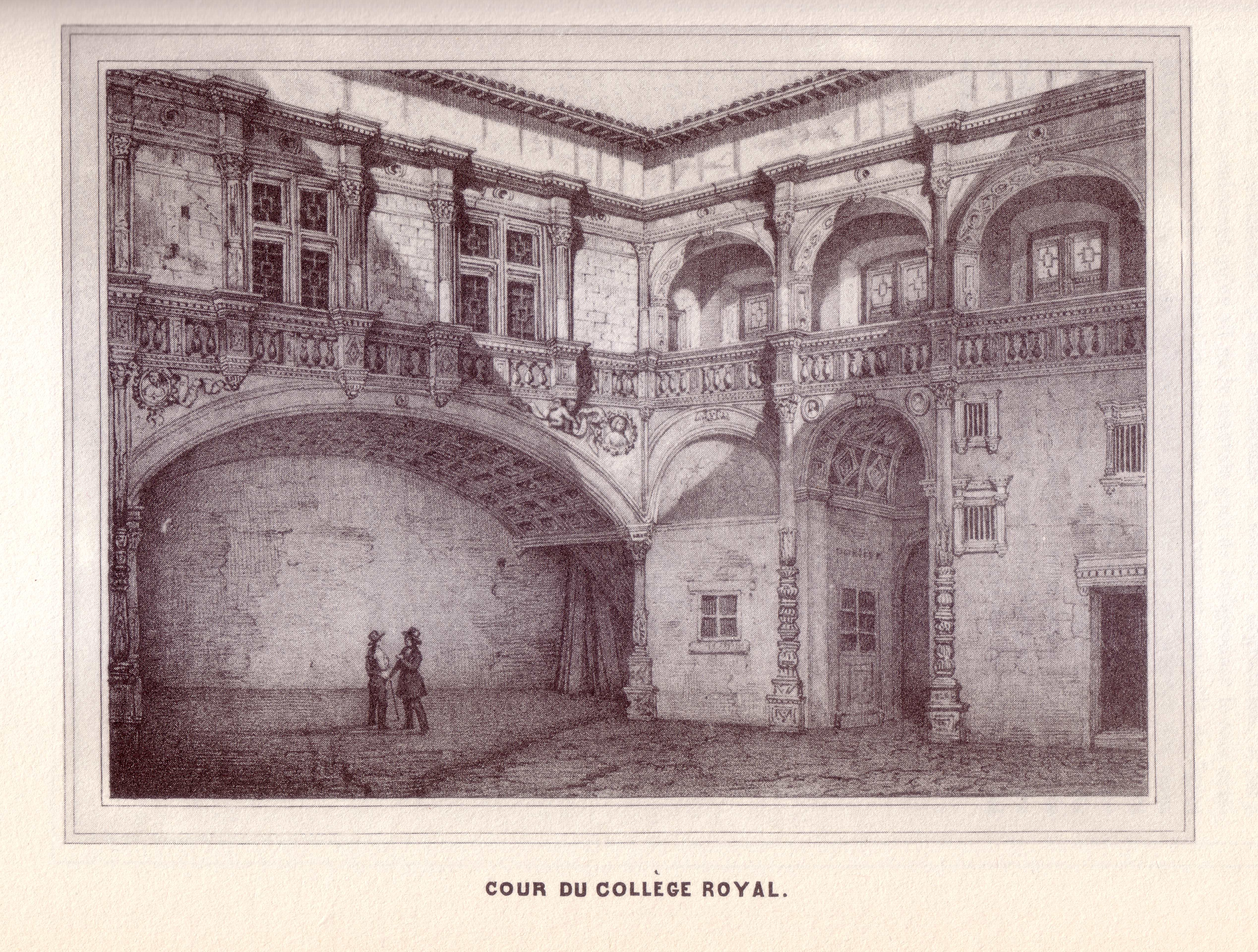
Bernuy : dessin de la cour, du XIXe siècle.
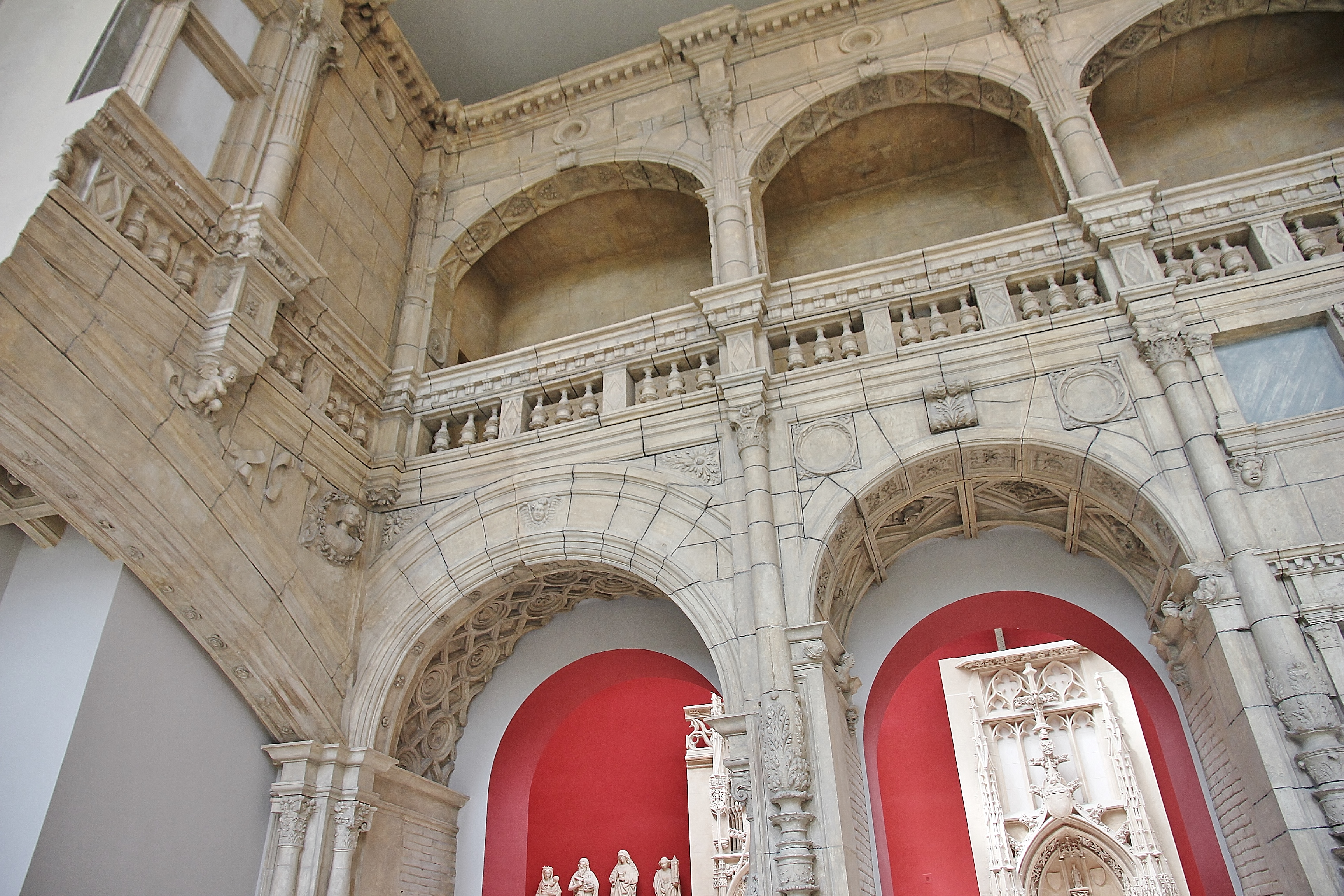
Bernuy : moulage de la cour à la Cité de l'architecture et du patrimoine.
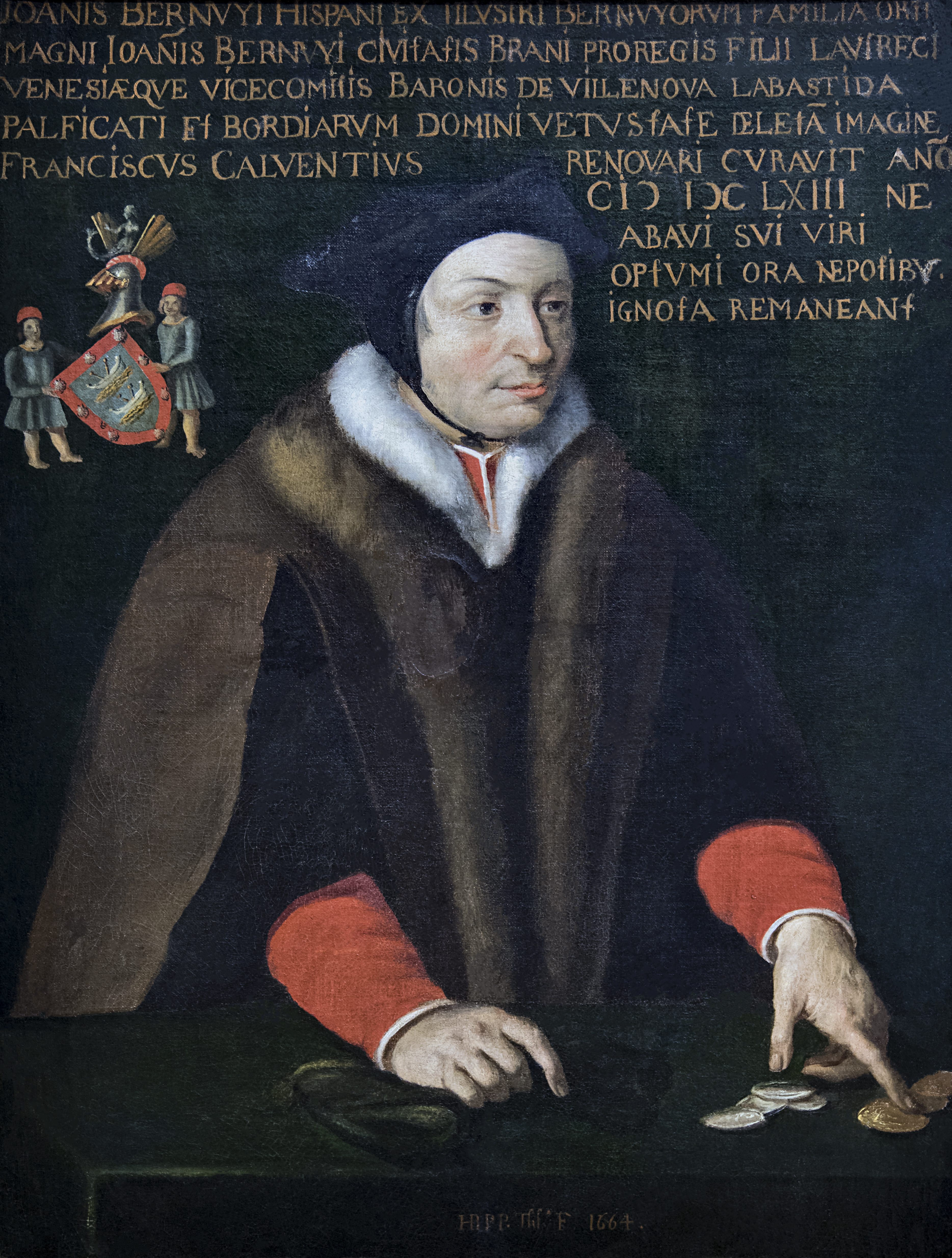
Portrait de Jean de Bernuy.

#### L'hôtel Dahus-Tournoer
Adresse : 9 rue Théodore-Ozenne. Inscrit MH.
En 1528, Guillaume de Tournoer, deuxième président du Parlement, rachète l'hôtel Dahus bâti dans les années 1460-1470. Vers 1532 il fait reconstruire la tour d'escalier. L'escalier en vis est, avec son pilier central torsadé, le plus spacieux et le plus beau de ce type de la Renaissance toulousaine. Au-dessus de la porte encadrée de pilastres à chapiteaux composites, deux beaux lions dressés entourent une urne funéraire qui évoquerait la mort du fils de Tournoer. La fenêtre qui surmonte la porte est couronnée d'un fronton trilobé orné de putti tenant une guirlande de fruits et une corne d'abondance. Une devise en latin prend place dans ce décor autour d'un blason martelé : ESTO MICHI DOMINE TURRIS FORTITUDINIS A FACIE INIMICI (« Sois pour moi, Seigneur, une tour de courage face à l'ennemi »).

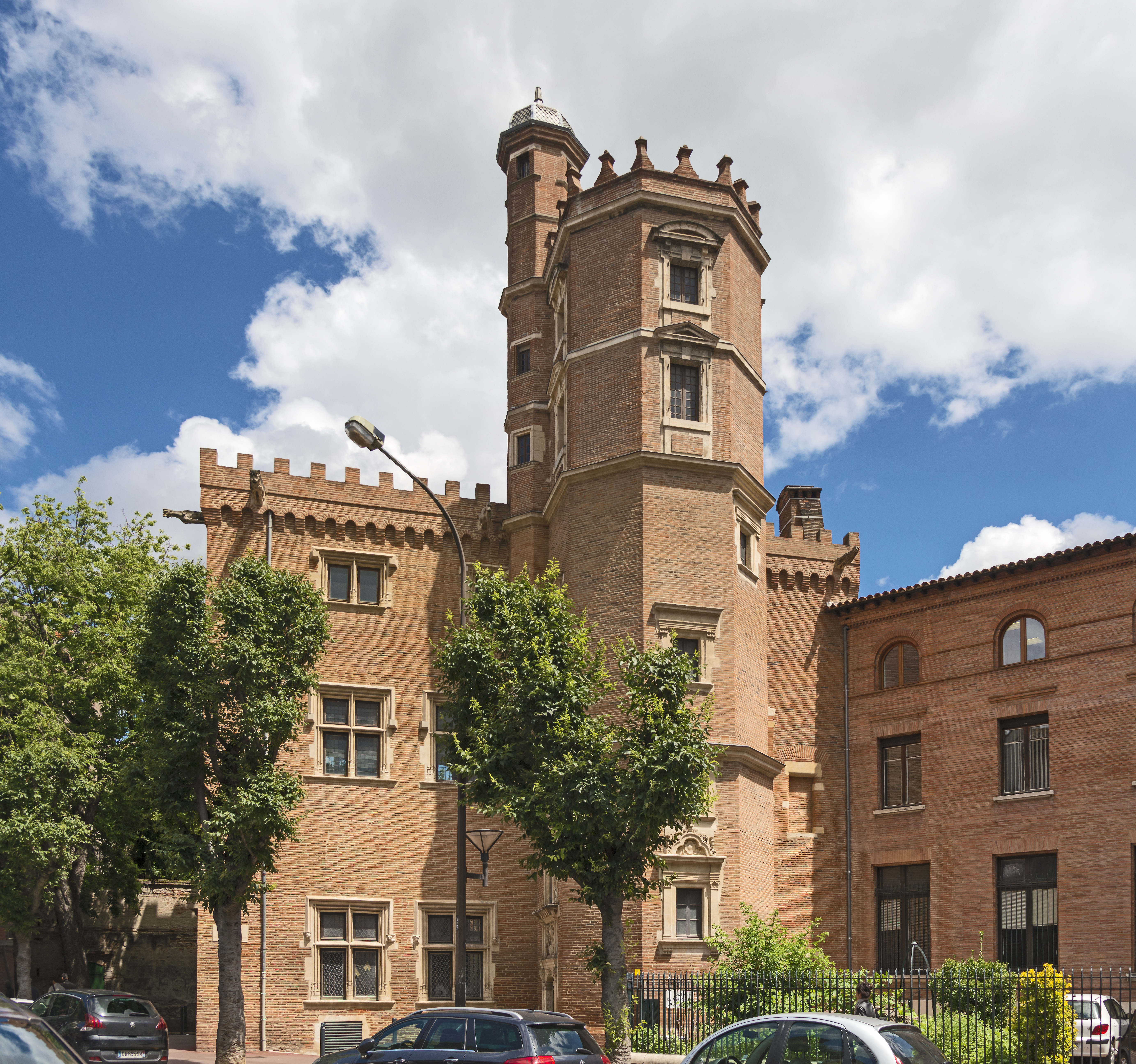
L'hôtel Dahus-Tournoer.
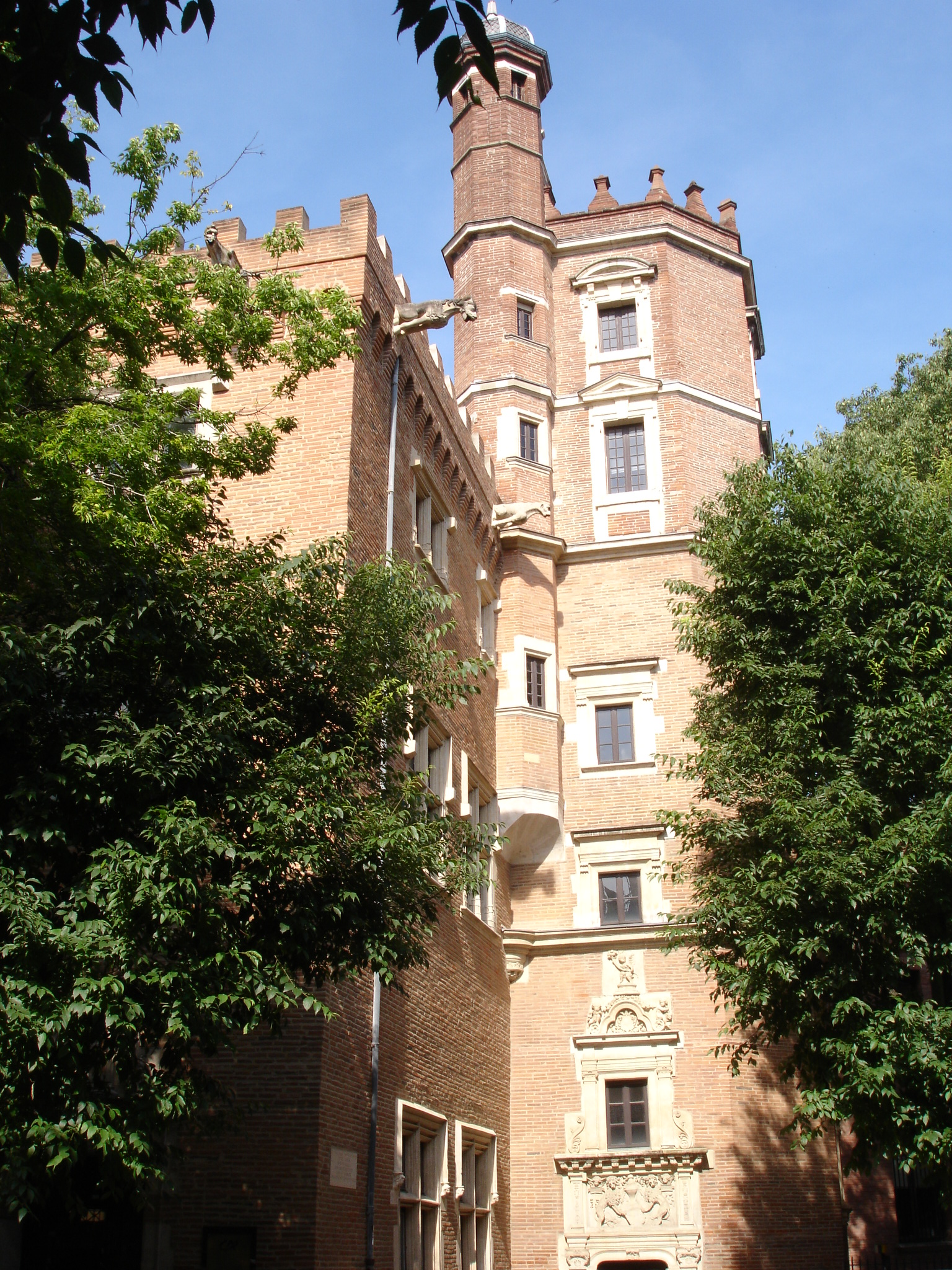
Tournoer : la tour.
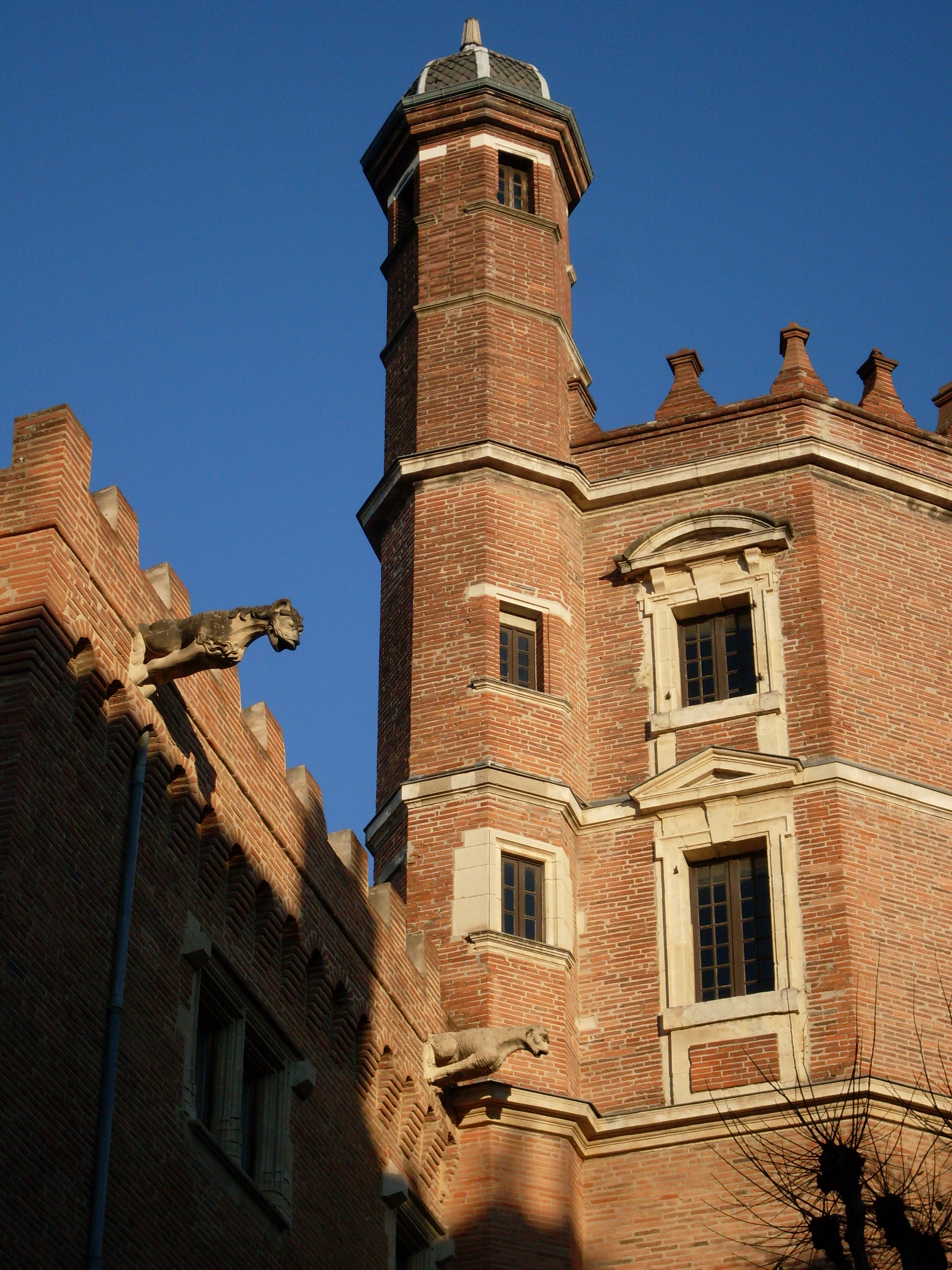
Tournoer : sommet de la tour.
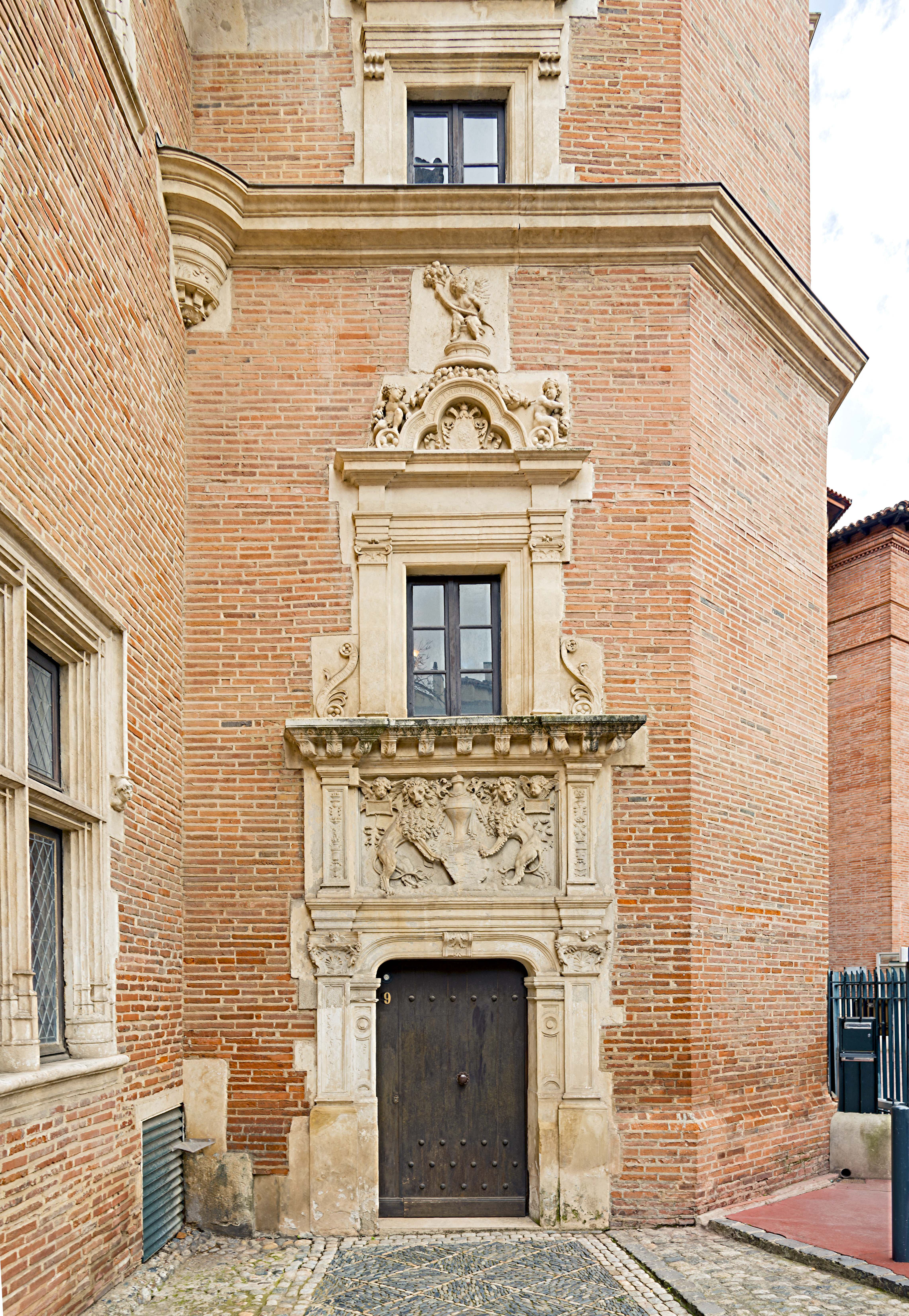
Tournoer : base de la tour.
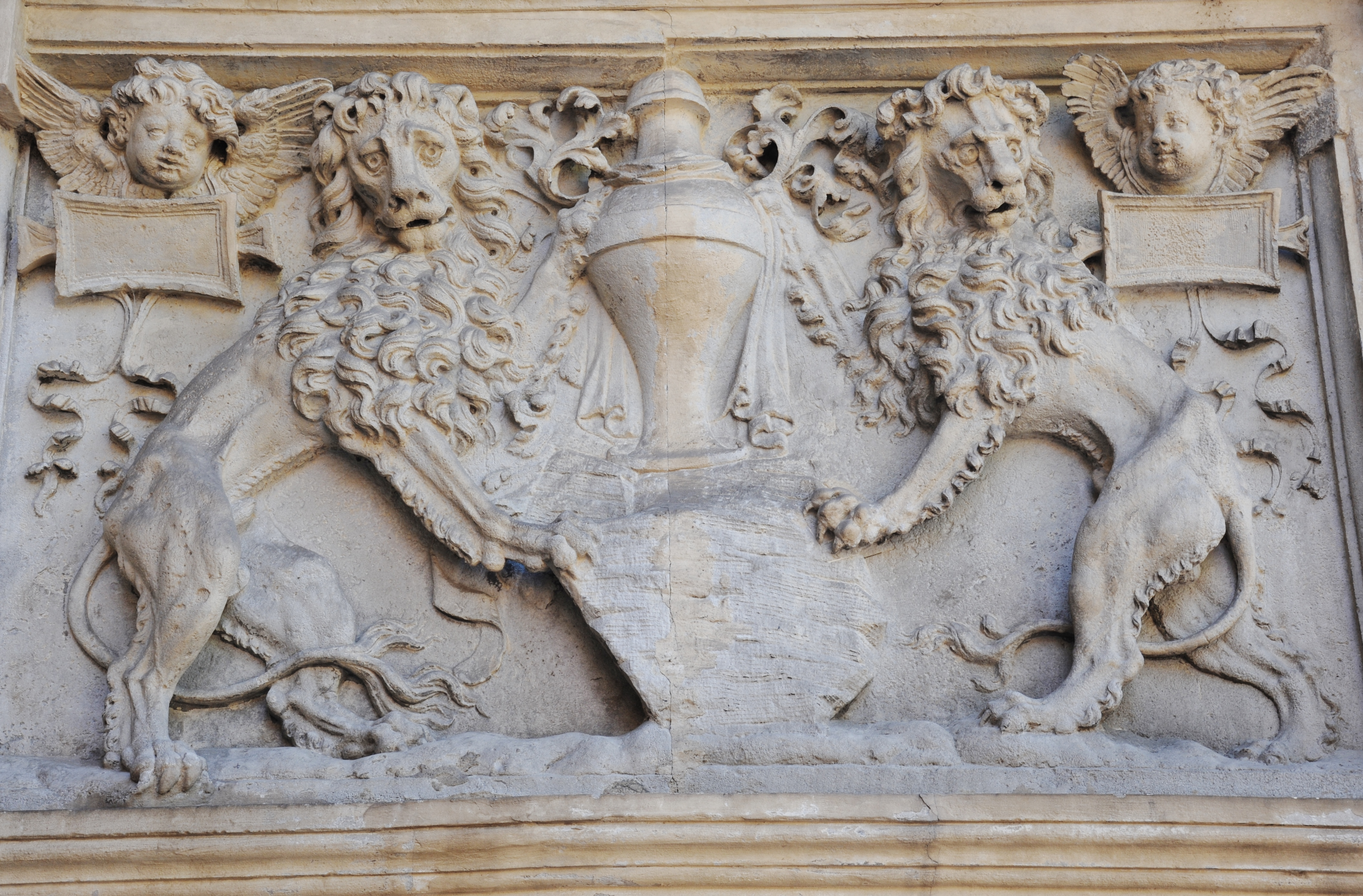
Tournoer : lions encadrant une urne funéraire.
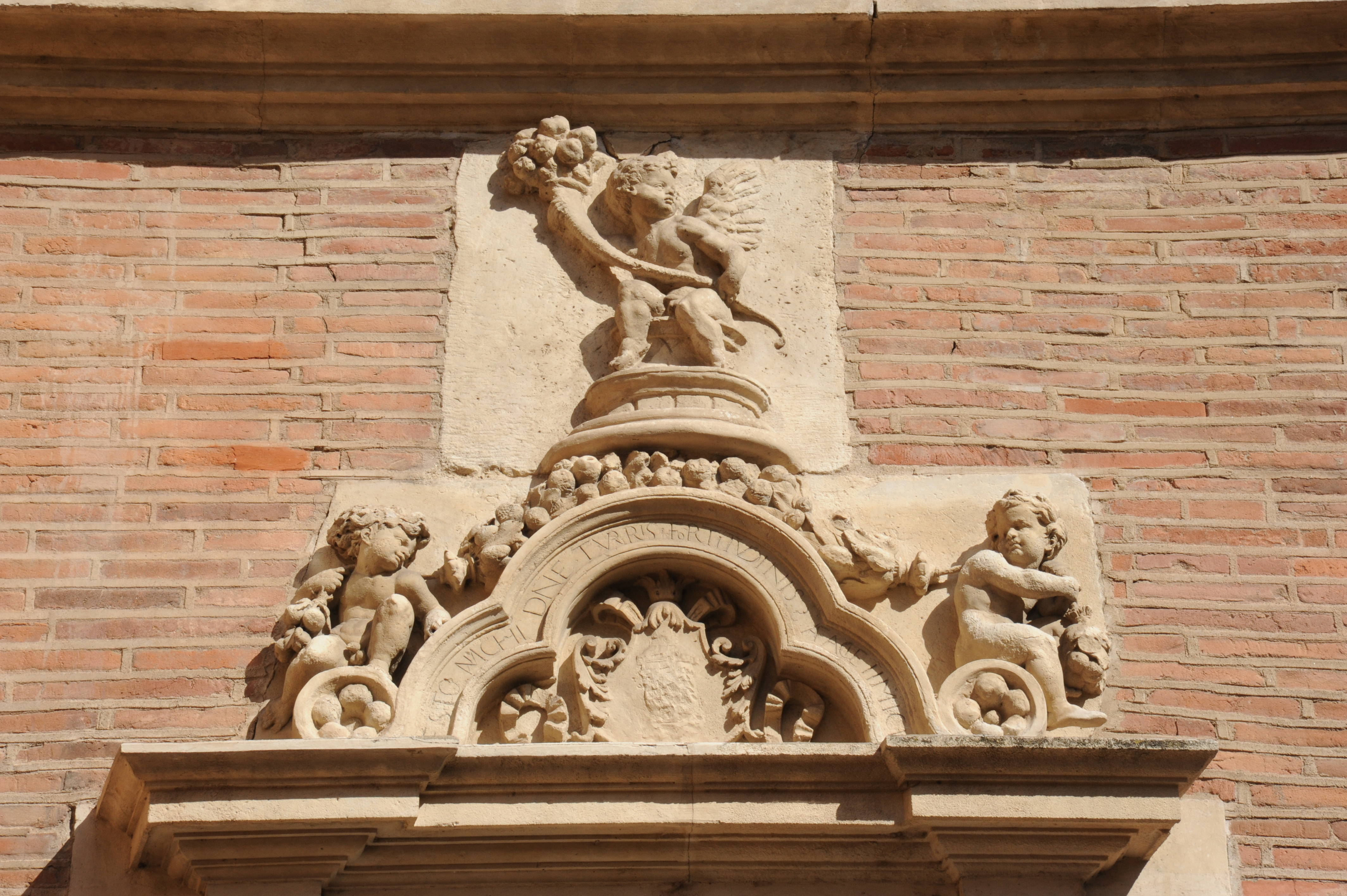
Tournoer : putti et devise en latin.
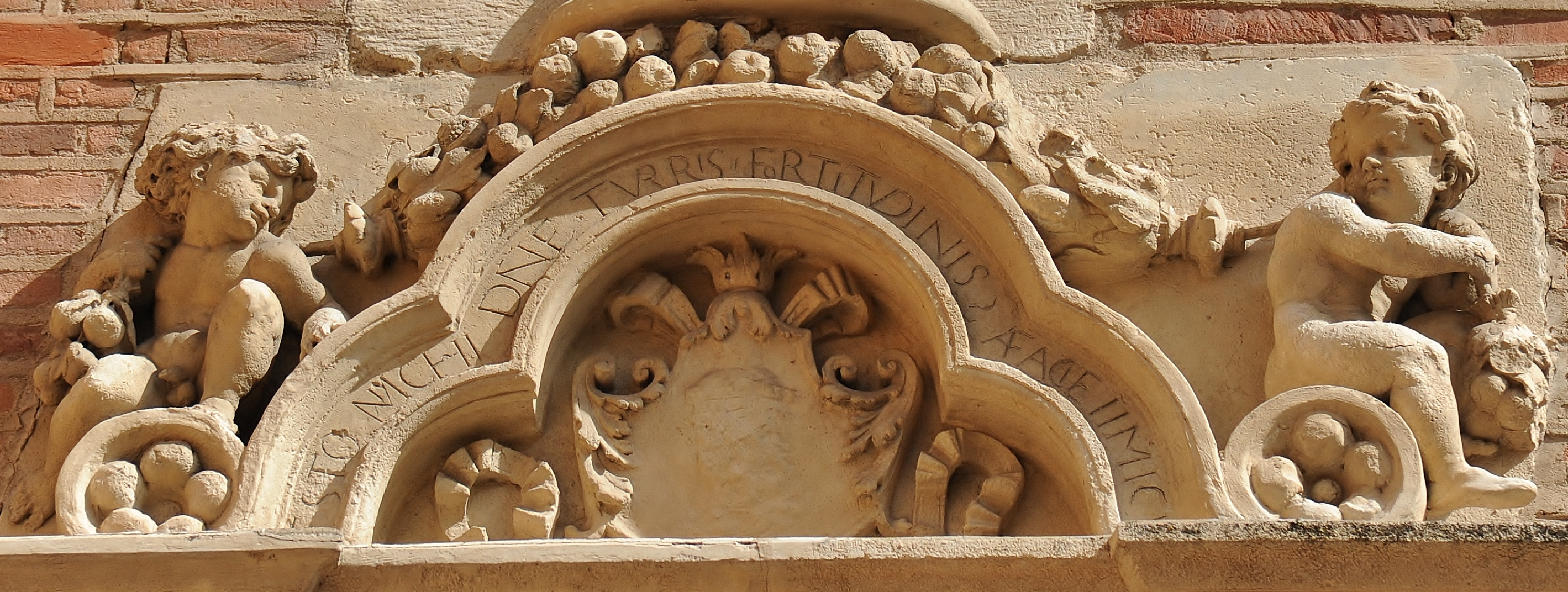
Tournoer : devise en latin.
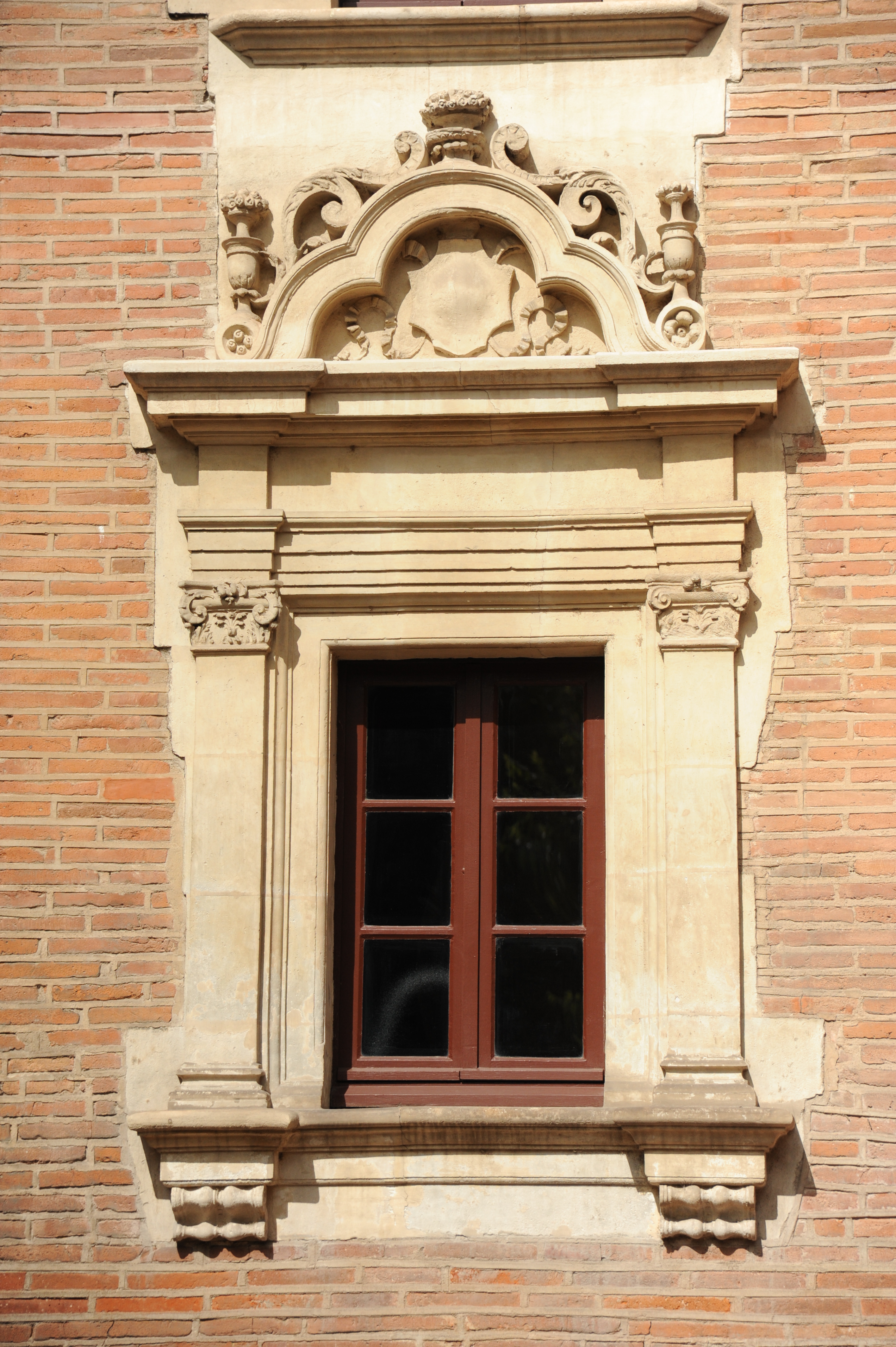
Tournoer : fenêtre.

#### L'hôtel de Bagis
Adresse : 25 rue de la Dalbade. Classé MH.
En 1538 le parlementaire Jean de Bagis confie la construction de son hôtel à Nicolas Bachelier et au maçon Antoine Lescalle, assistés dans la conception du projet par le prieur de La Réole, Jean Albert. Les idéaux classiques dictent la régularité de la cour carrée et la symétrie des façades. En référence à l'architecture antique, l'ordre dorique fait son apparition dans le décor de l'escalier ainsi que sur les baies en pierre qui donnent à la demeure un luxe digne du propriétaire, membre du Grand Conseil du roi.
L'escalier n'est plus placé dans une tour mais au cœur du logis. Sa présence en façade est indiquée par un portail aux splendides atlantes. En raison de leur expressivité et de leur qualité d'exécution, ils ont longtemps été attribués au sculpteur Nicolas Bachelier. Toutefois, les travaux sous sa responsabilité ne faisant pas mention de ce portail, la datation et l'attribution de ces sculptures sont encore au cœur des recherches actuelles.

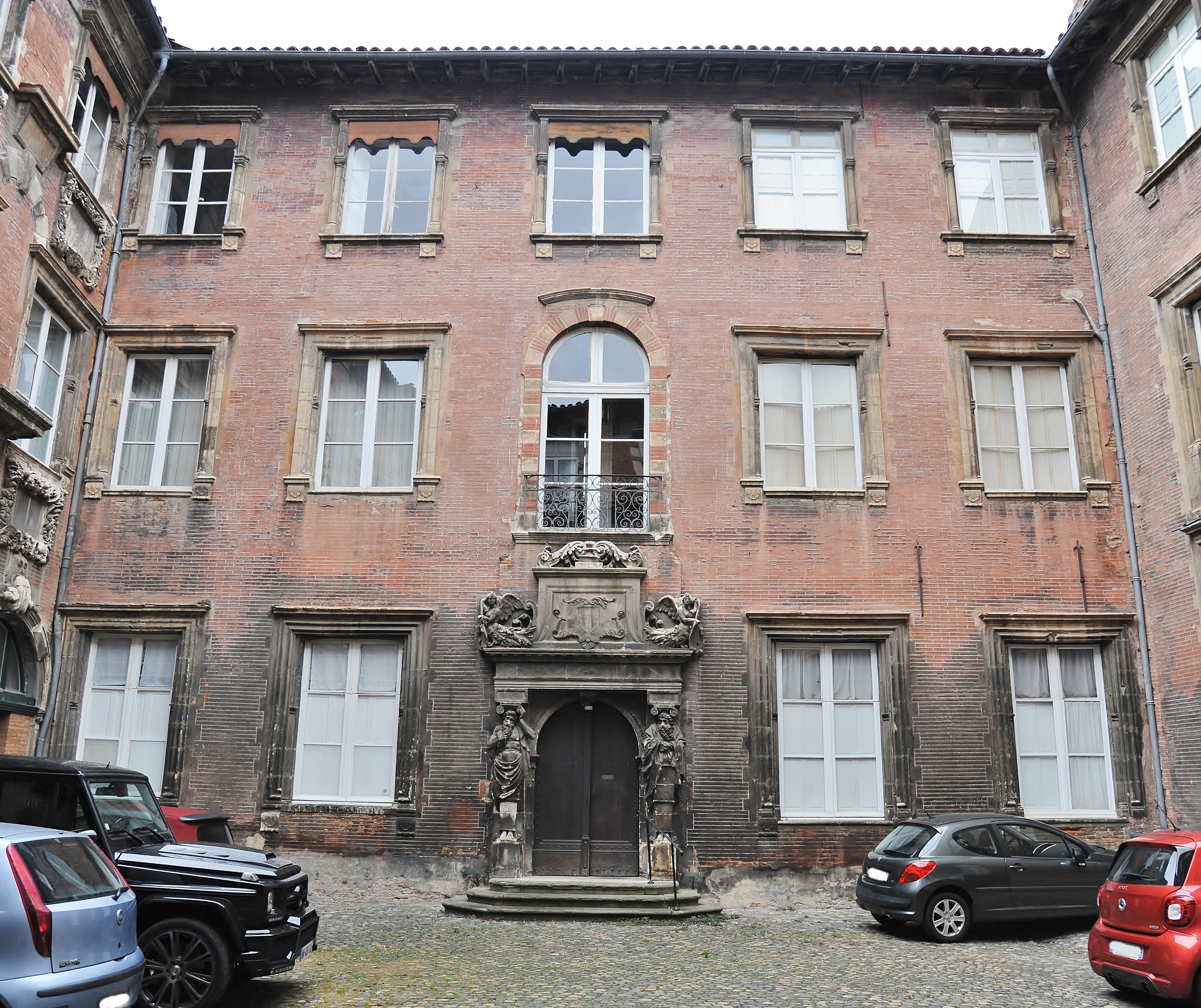
L'hôtel de Bagis.
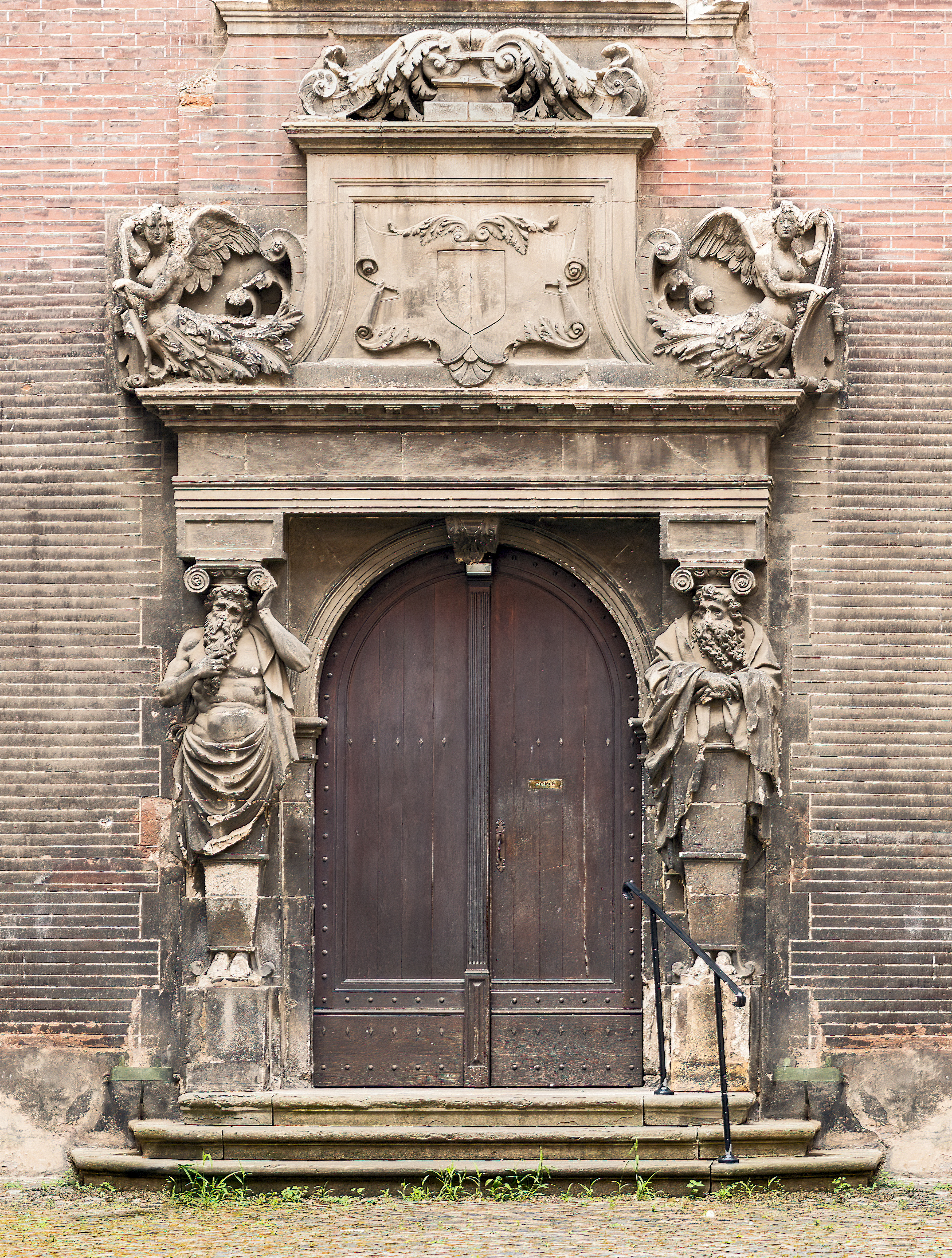
Bagis : porte des Atlantes (attribution discutée à Nicolas Bachelier).
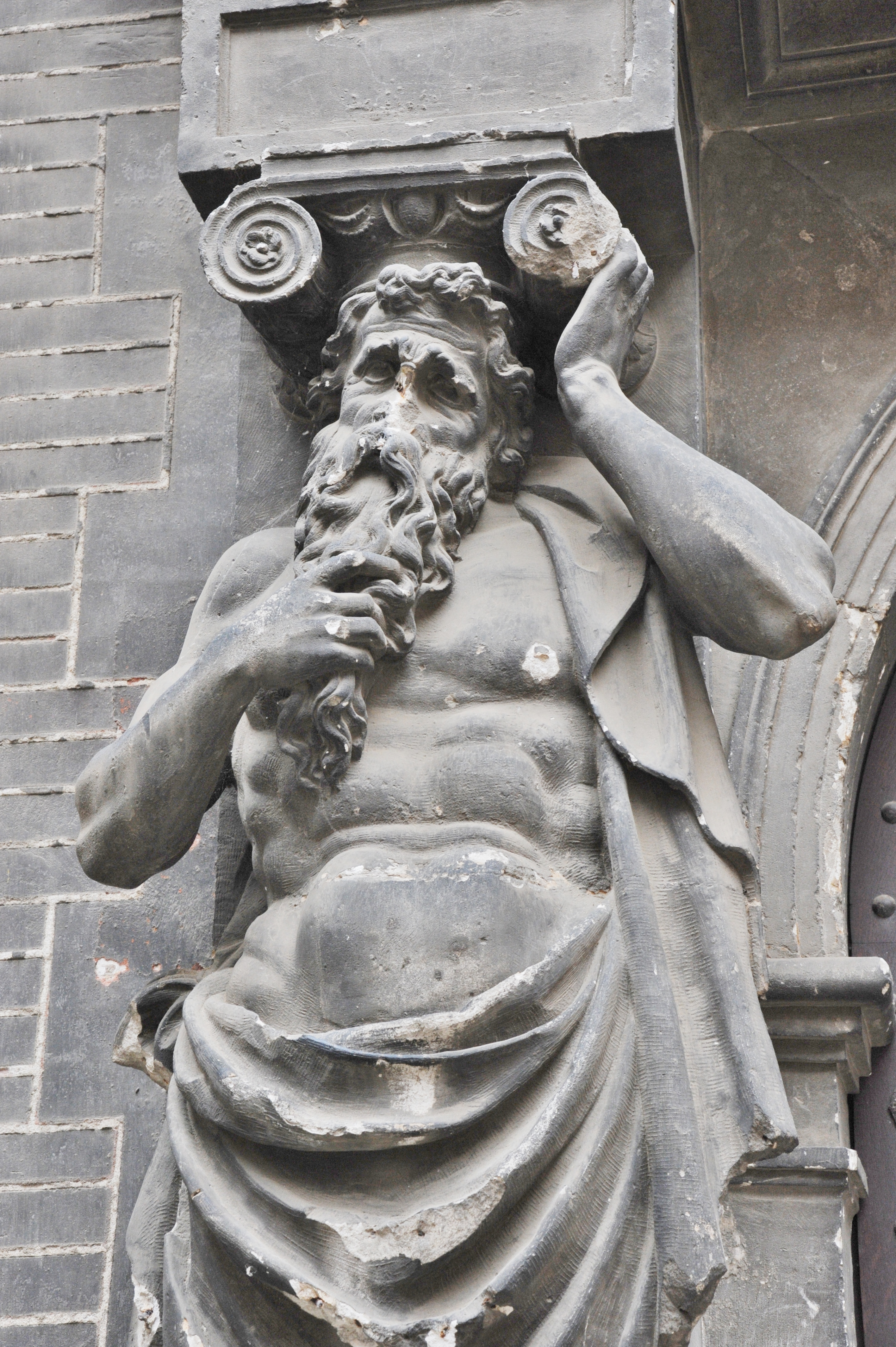
Bagis : atlante.
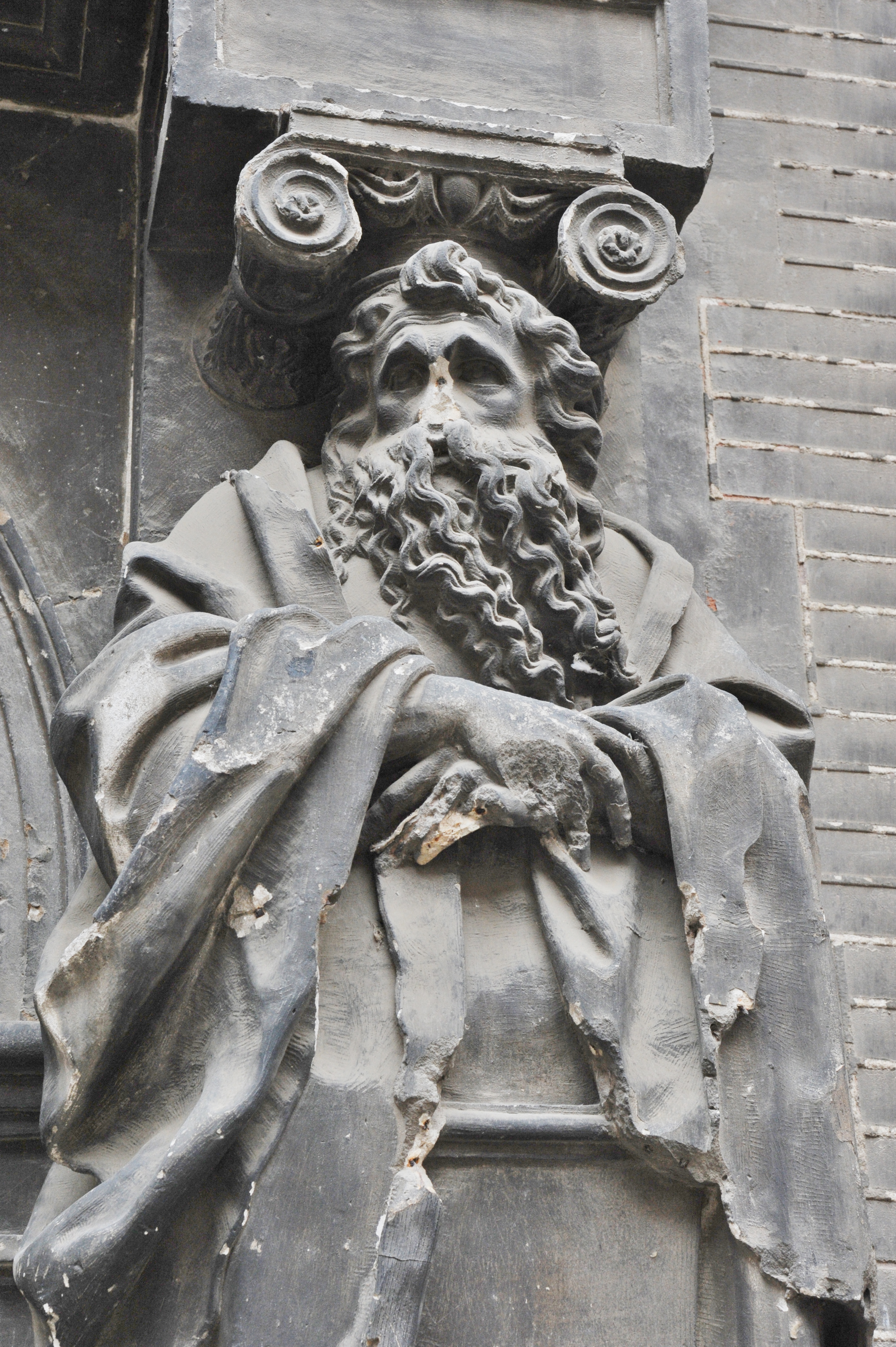
Bagis : atlante.
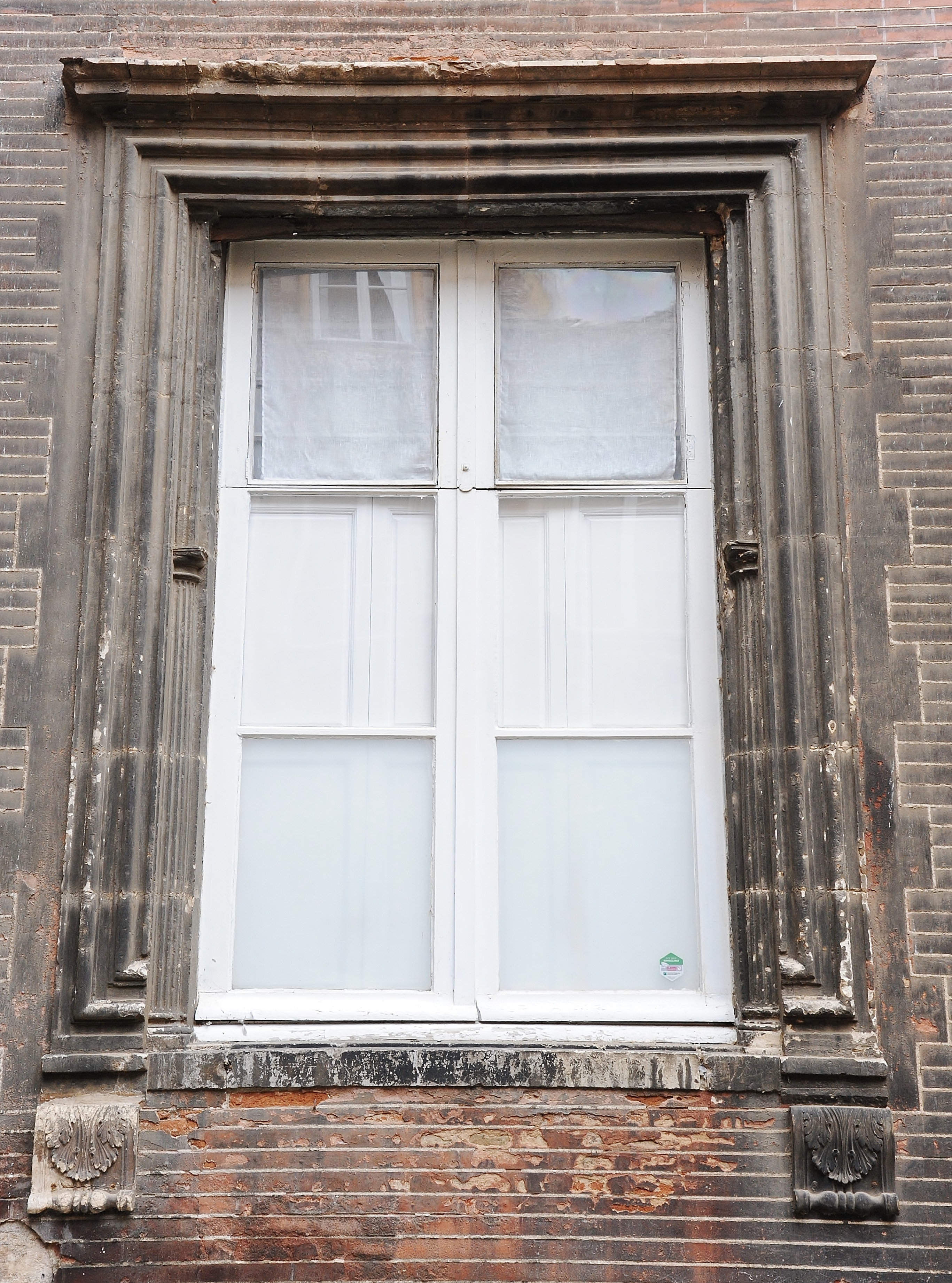
Bagis : fenêtre du rez-de-chaussée.
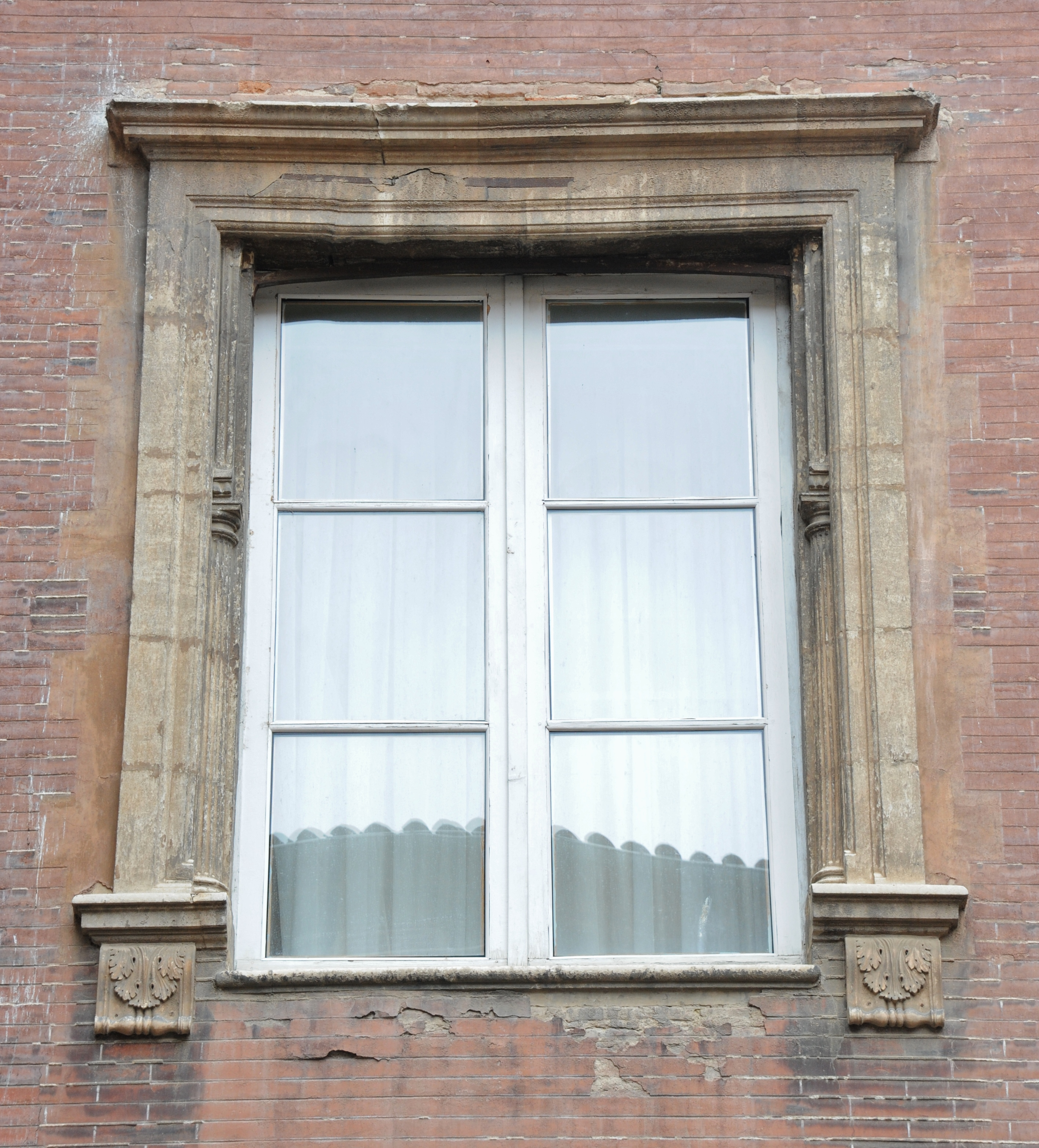
Bagis : fenêtre du premier étage.
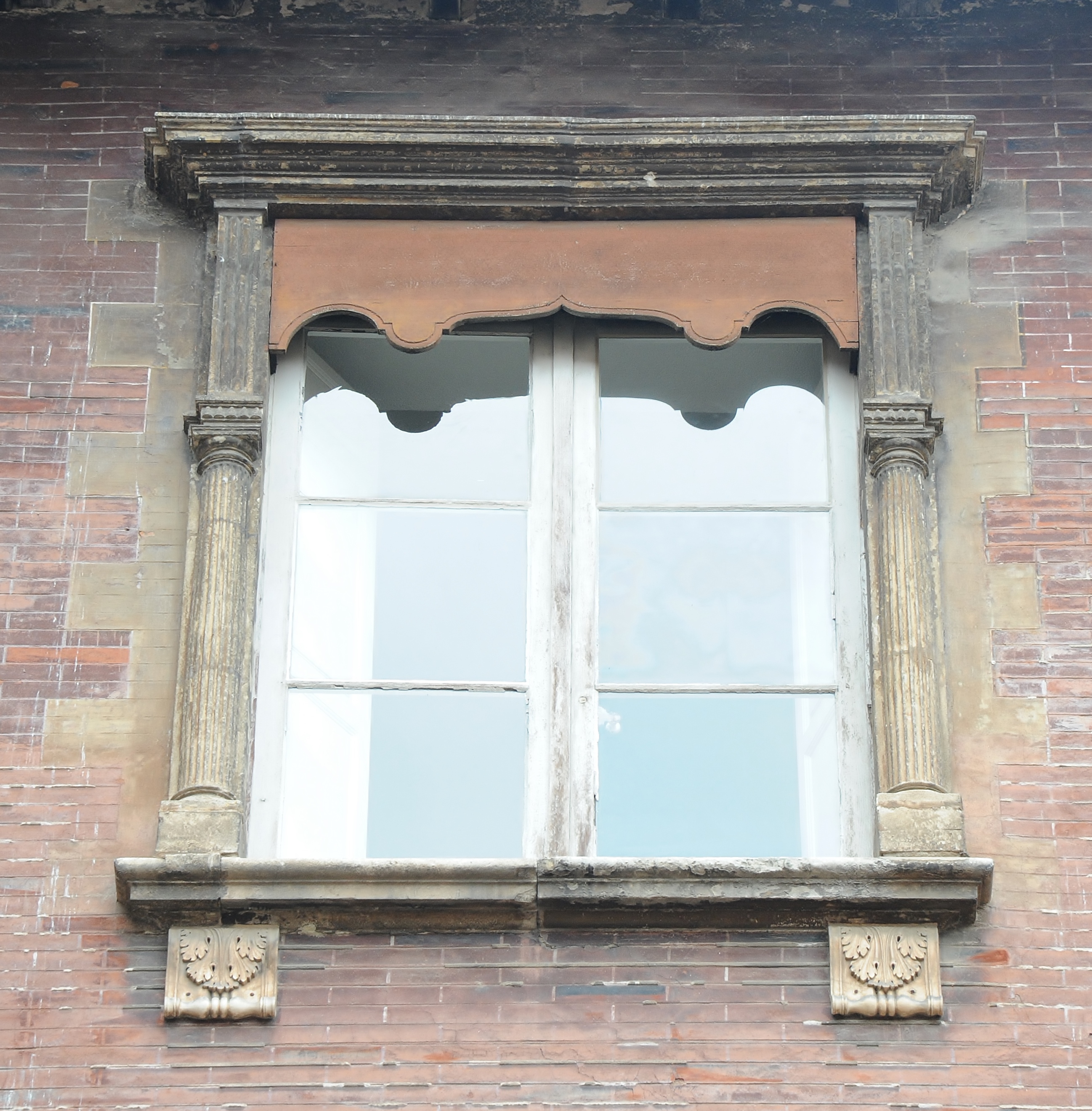
Bagis : fenêtre du deuxième étage.
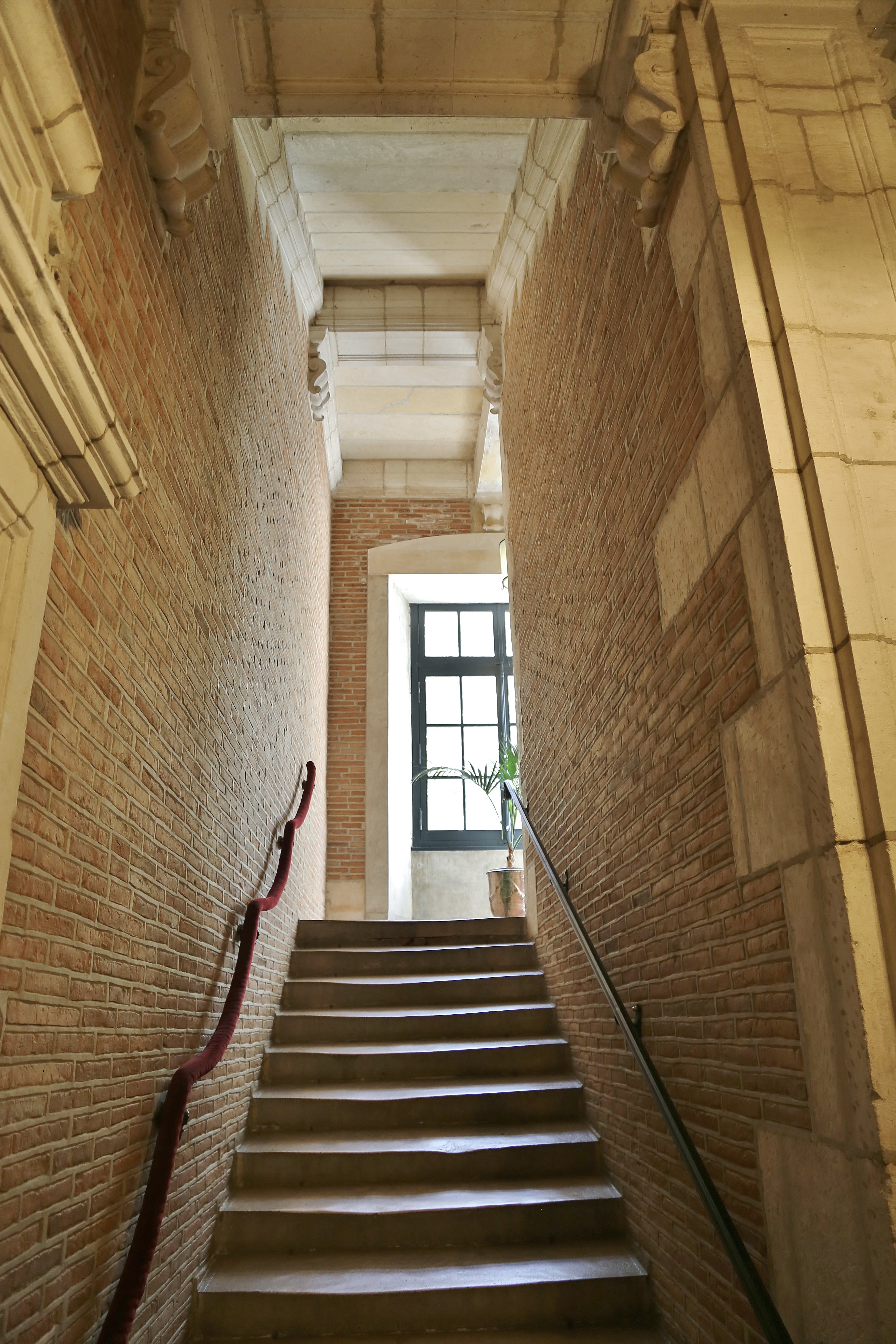
Escalier droit.
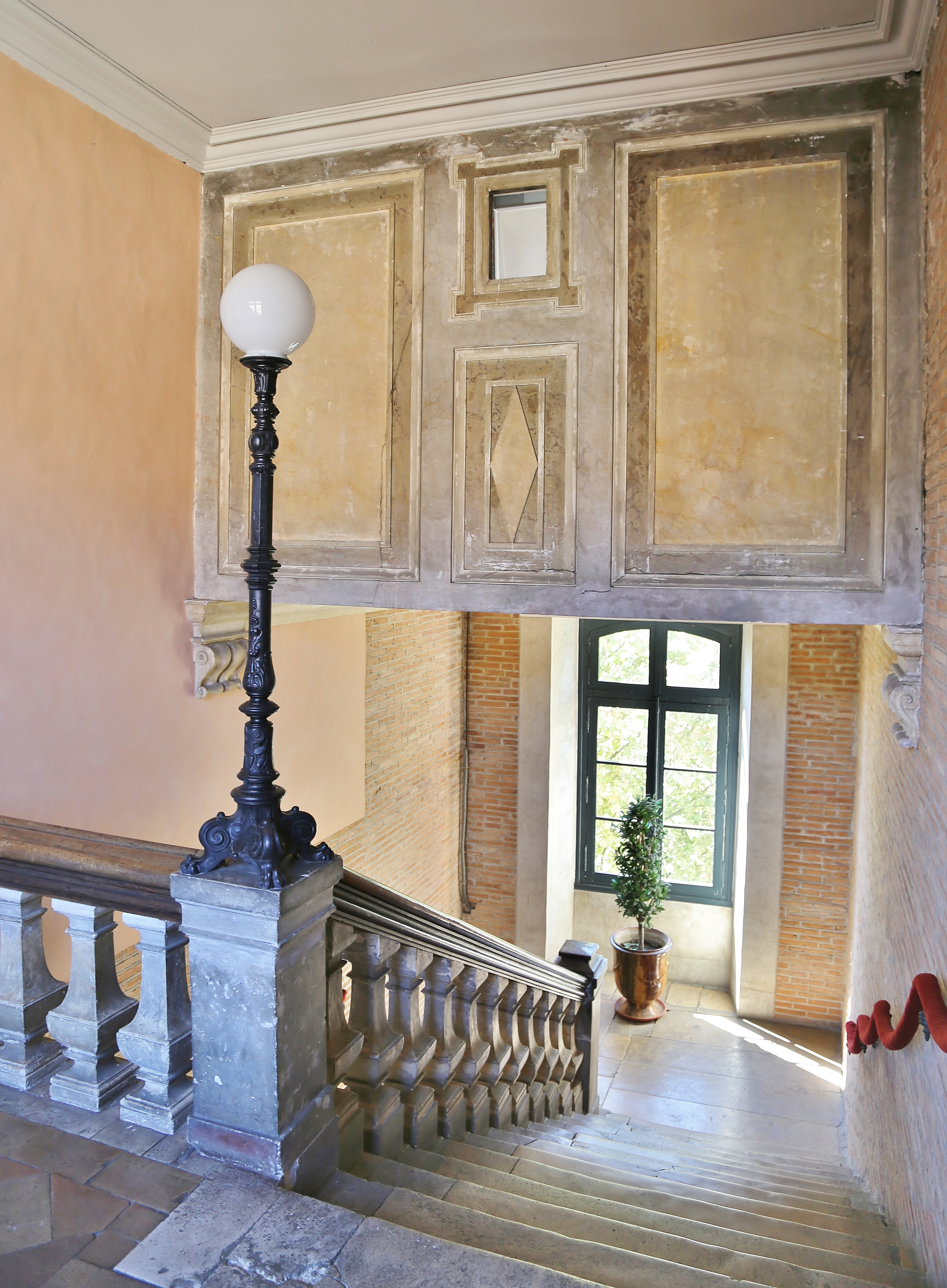
Sommet du grand escalier.
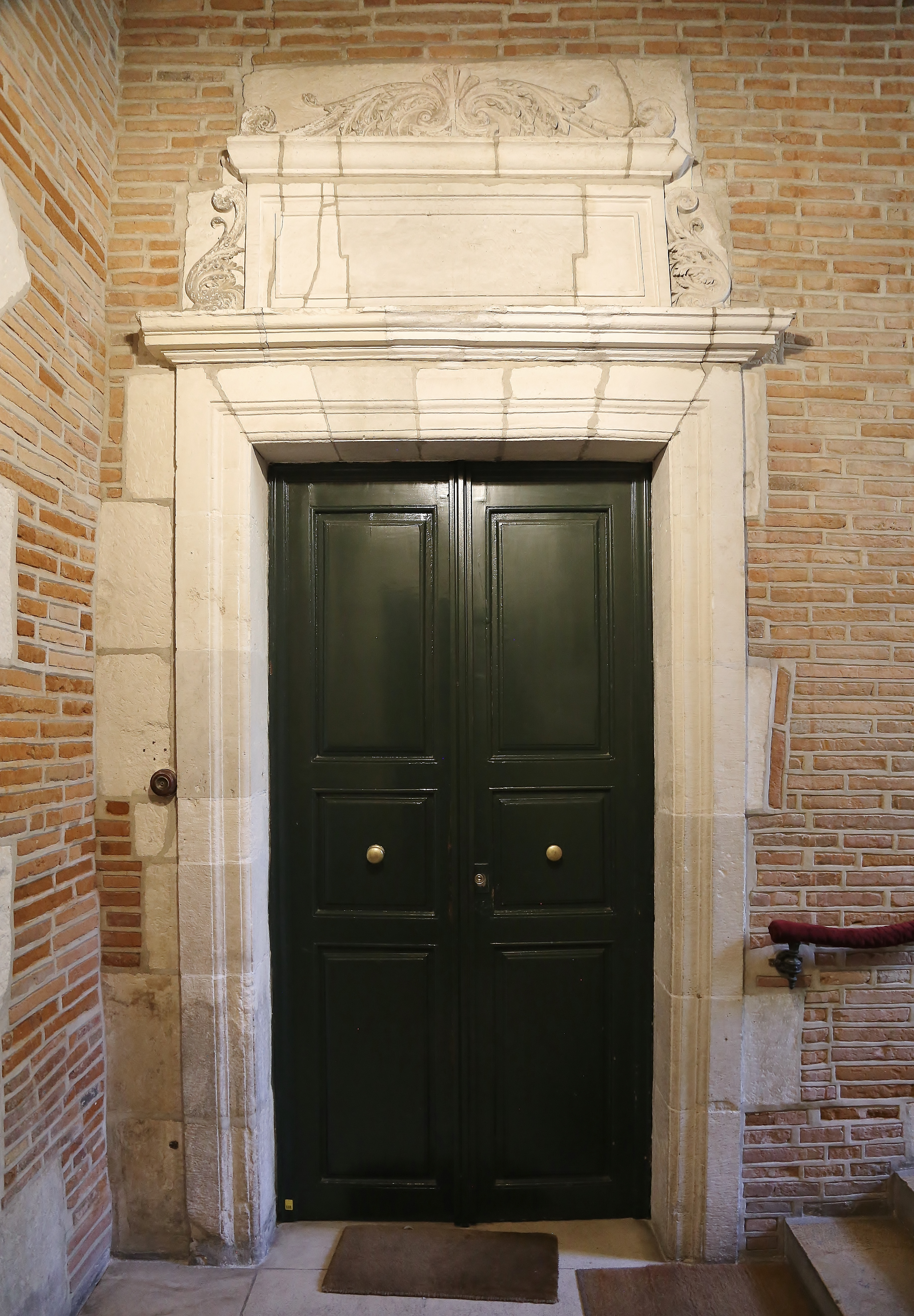
Porte intérieure Renaissance.
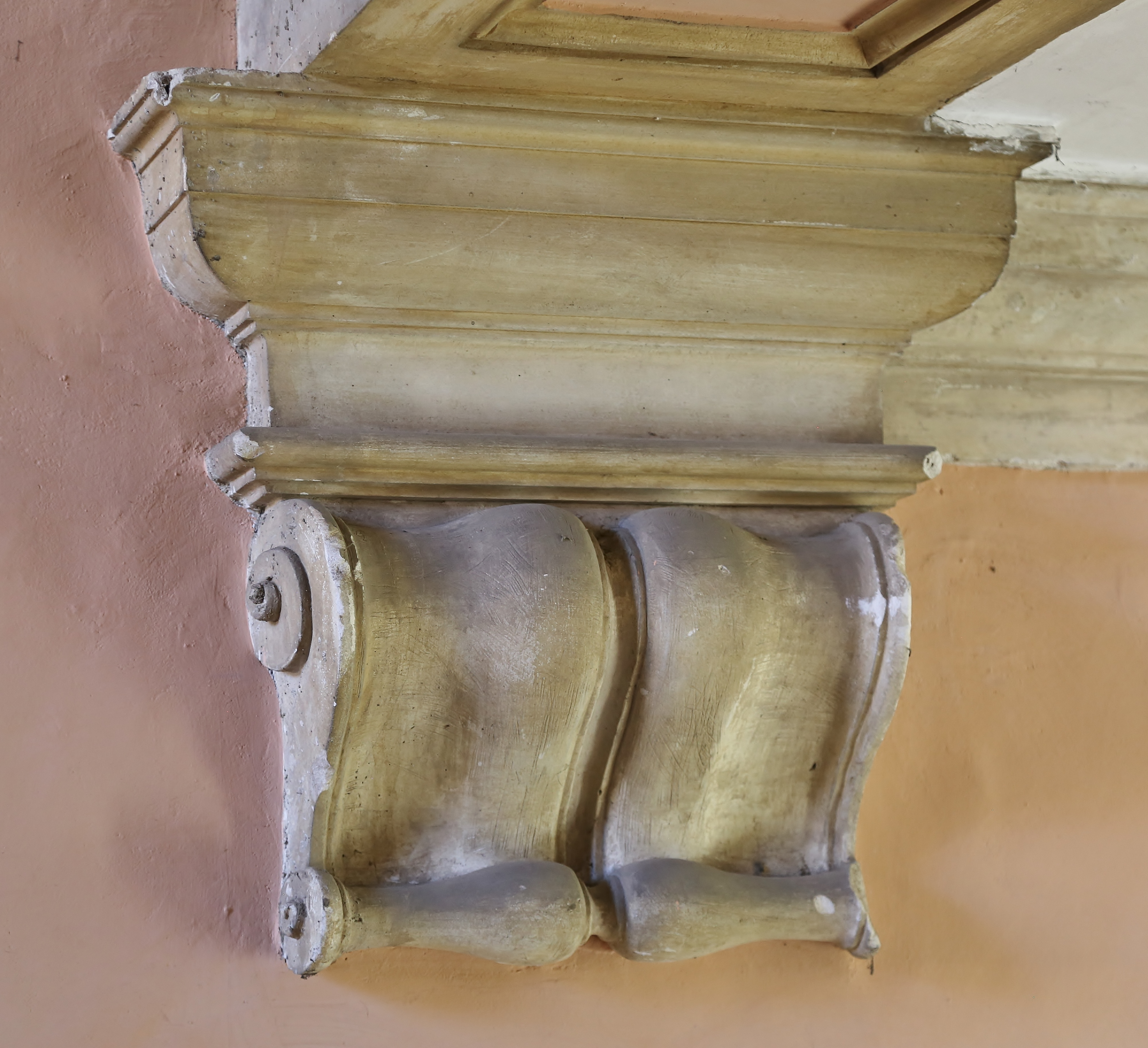
Chapiteau dorique dans l'escalier.
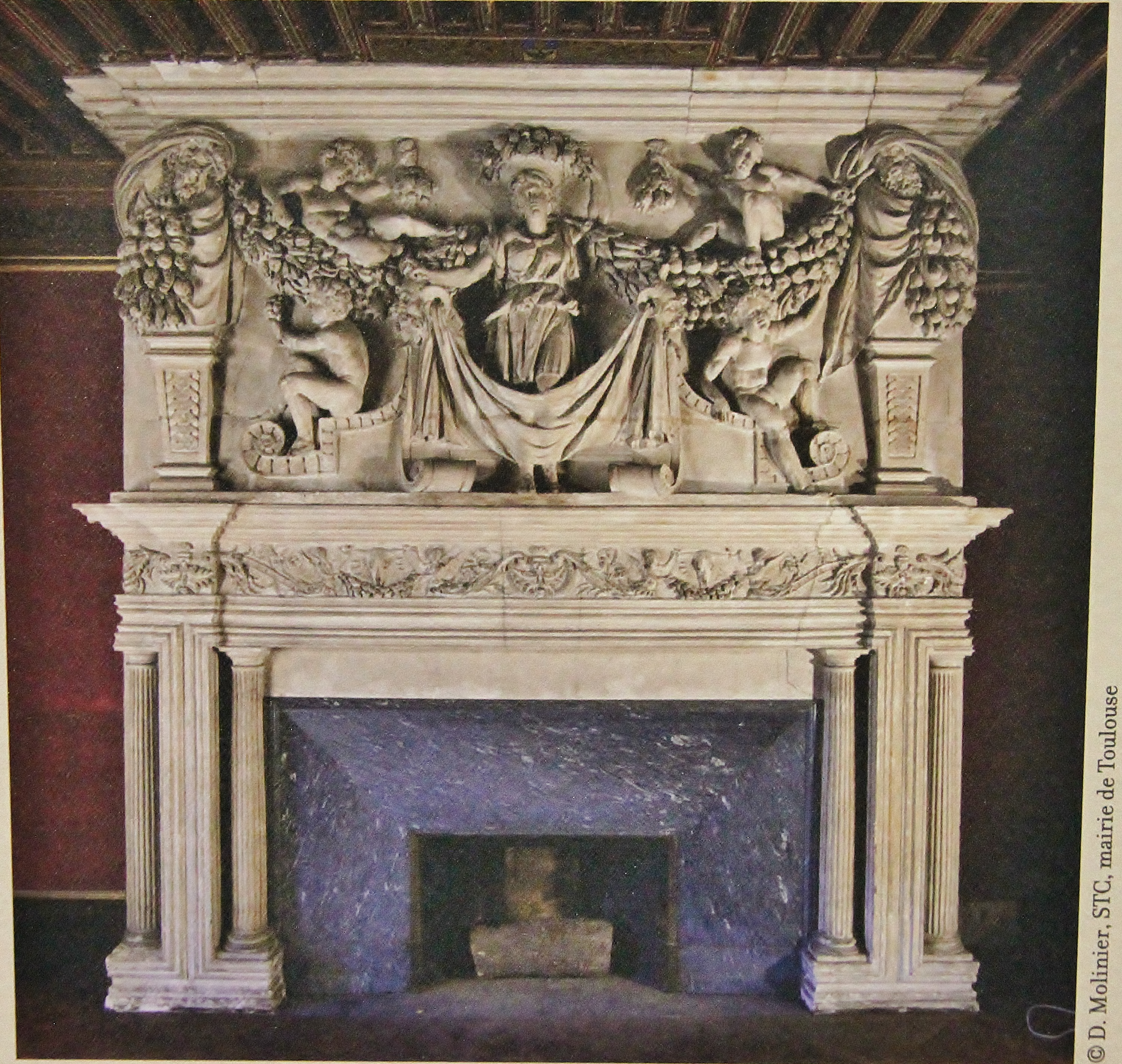
Bagis : cheminée monumentale.
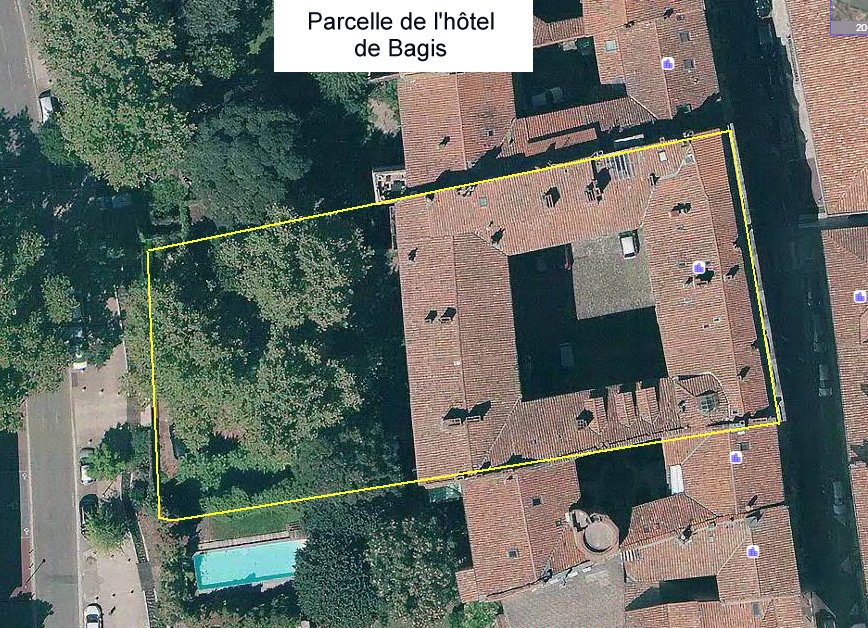
Vue de la parcelle de l'hôtel de Bagis.

#### L'hôtel de La Mamye
Adresse : 31 rue de la Dalbade. Inscrit MH.
C'est dans la petite cour d'honneur de cet hôtel des années 1540 que le conseiller au parlement Guillaume de Lamamye fait élever une façade de galeries à ordres superposés. De grandes colonnes doriques, ioniques puis corinthiennes se succèdent à chaque niveau de l'élévation, rappelant des monuments romains prestigieux tels que le Colisée ou le théâtre de Marcellus. Dans la cour se dresse également une grande tour d'escalier polygonale de la Renaissance.

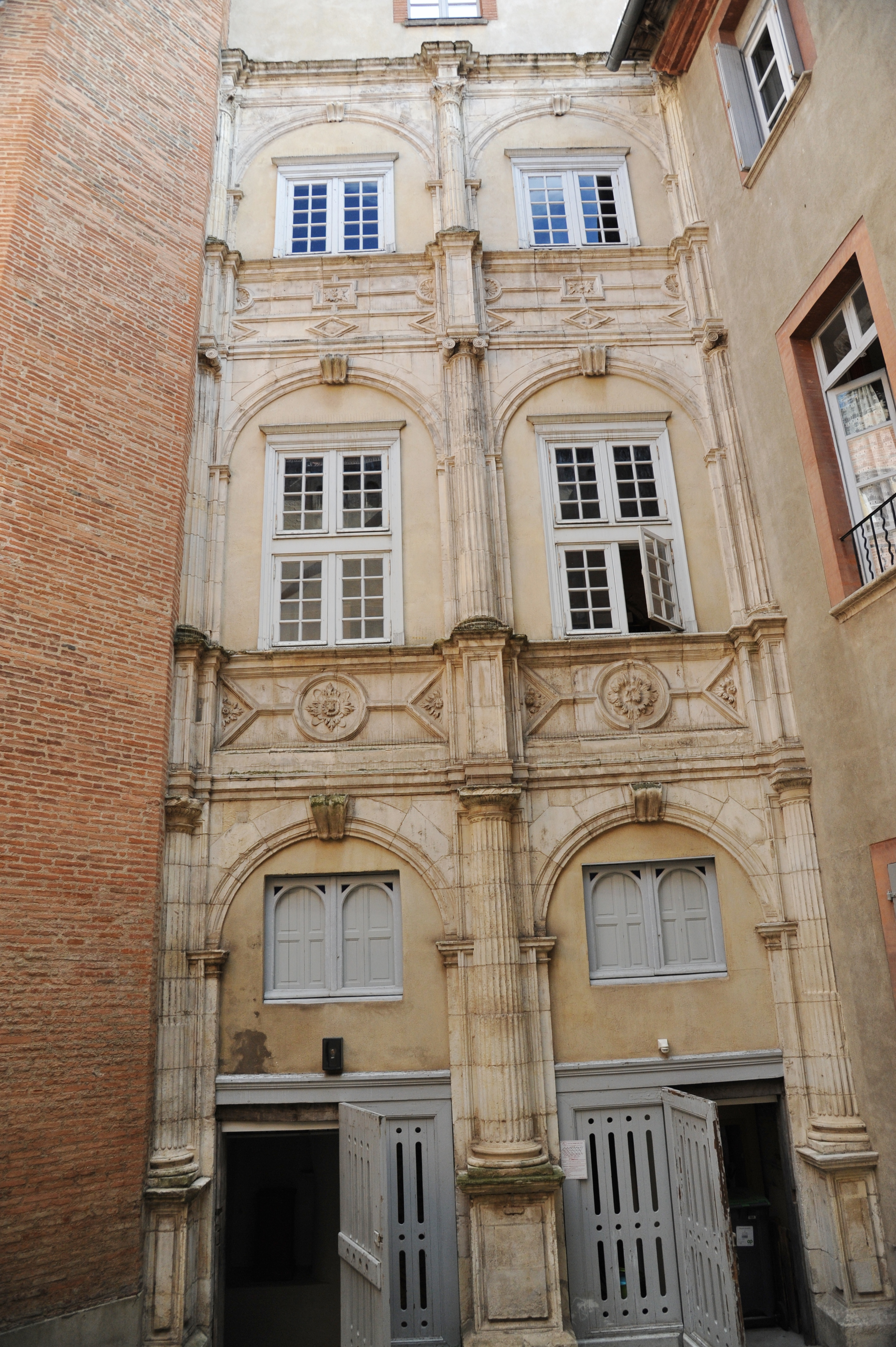
Hôtel de La Mamye : galeries dans la cour.
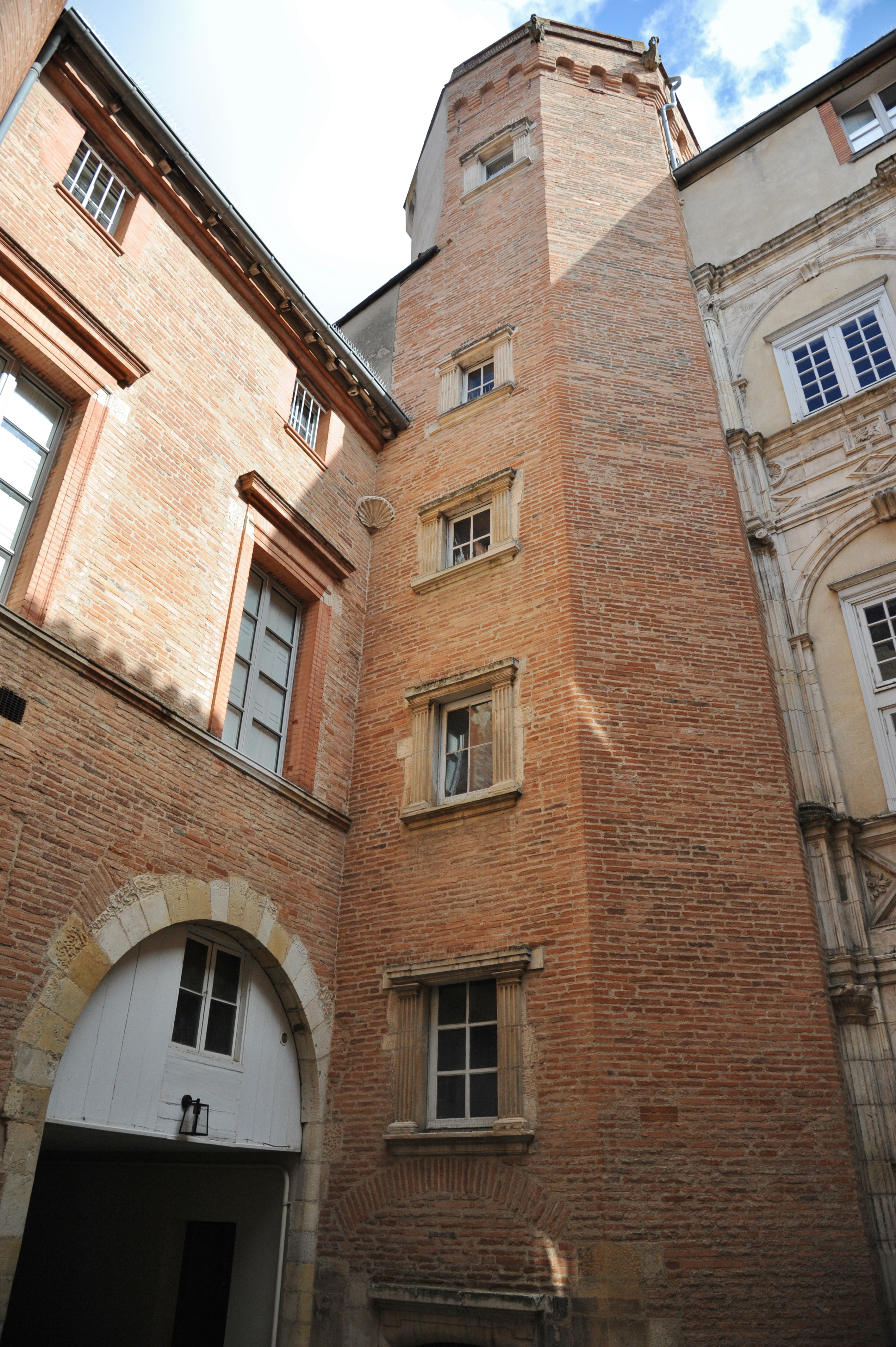
La Mamye : tour d'escalier.
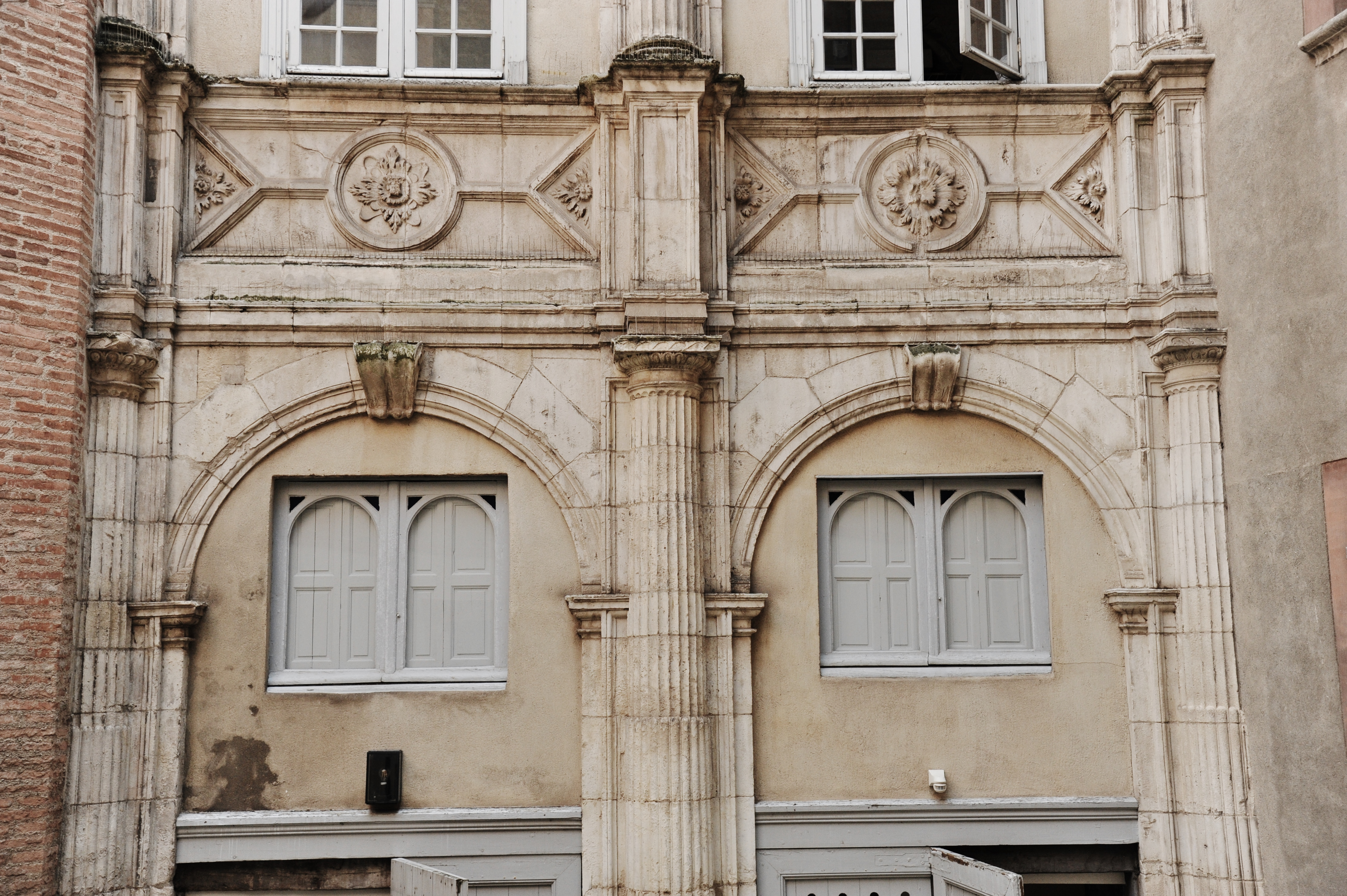
La Mamye : les arcades des galeries ont été murées ultérieurement.
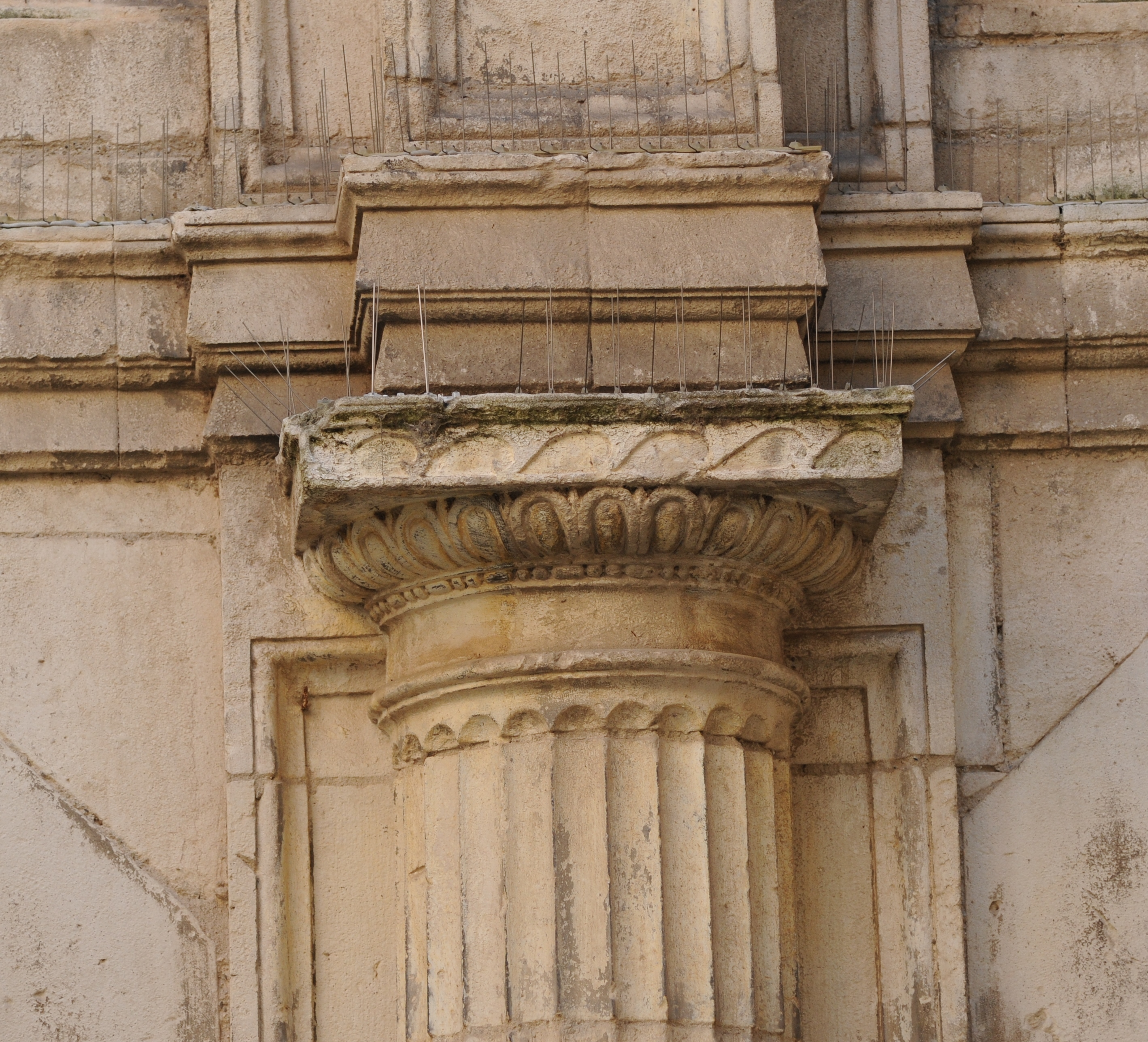
Chapiteau dorique à l'hôtel de La Mamye.
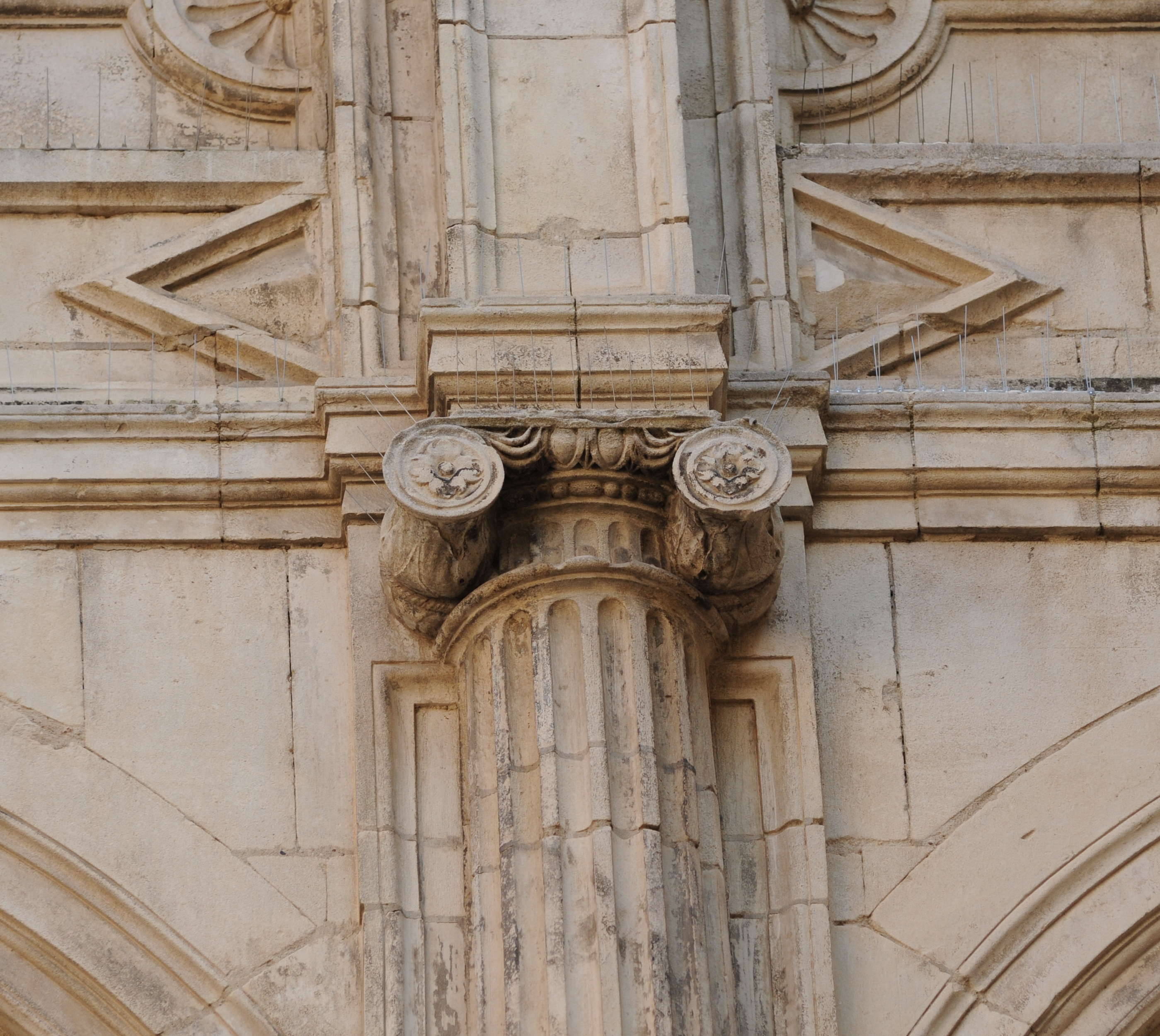
Chapiteau ionique à l'hôtel de La Mamye.
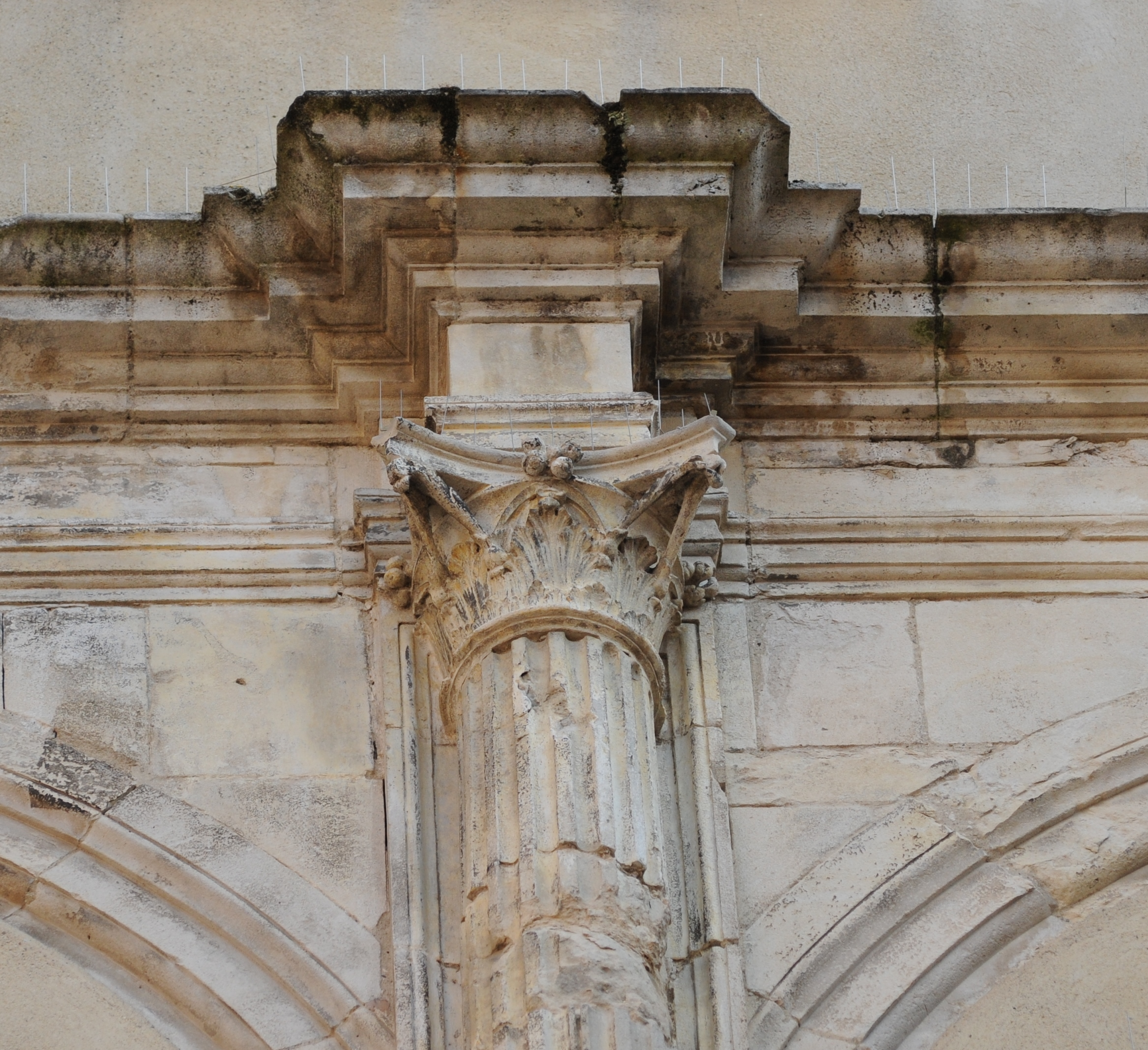
Chapiteau corinthien à l'hôtel de La Mamye.

#### L'hôtel de Guillaume de Bernuy
Adresse : 5 rue de la Pomme. Inscrit MH.
Entre 1540 et 1544, Guillaume de Bernuy, greffier au parlement et fils du célèbre marchand de pastel Jean de Bernuy, emploie l'architecte et sculpteur Nicolas Bachelier à la modernisation d'une demeure que lui avait transmise son père. Bachelier y fait étalage de sa culture savante : l'escalier du corps de logis, comme à l’hôtel de Bagis, est à rampes droites dans le corps du bâtiment. Il est signalé par un portail monumental, véritable morceau de bravoure suppléant la tour d'escalier dans son rôle symbolique. Les colonnes jumelées sur l'angle et les chapiteaux doriques s'inspirent de la version antique la plus sophistiquée de cet ordre : celle de la basilique Æmilia à Rome.
Les décors s'inspirent des ornements de la galerie François Ier à Fontainebleau, diffusés par des graveurs tels que Fantuzzi, Androuet du Cerceau ou Léonard Thiry, témoignant de la rapidité avec laquelle les formes ont circulé à la Renaissance. La mode royale était tout particulièrement scrutée et les sculpteurs devaient sans cesse s'approprier les dernières innovations ornementales, réclamées par les propriétaires.

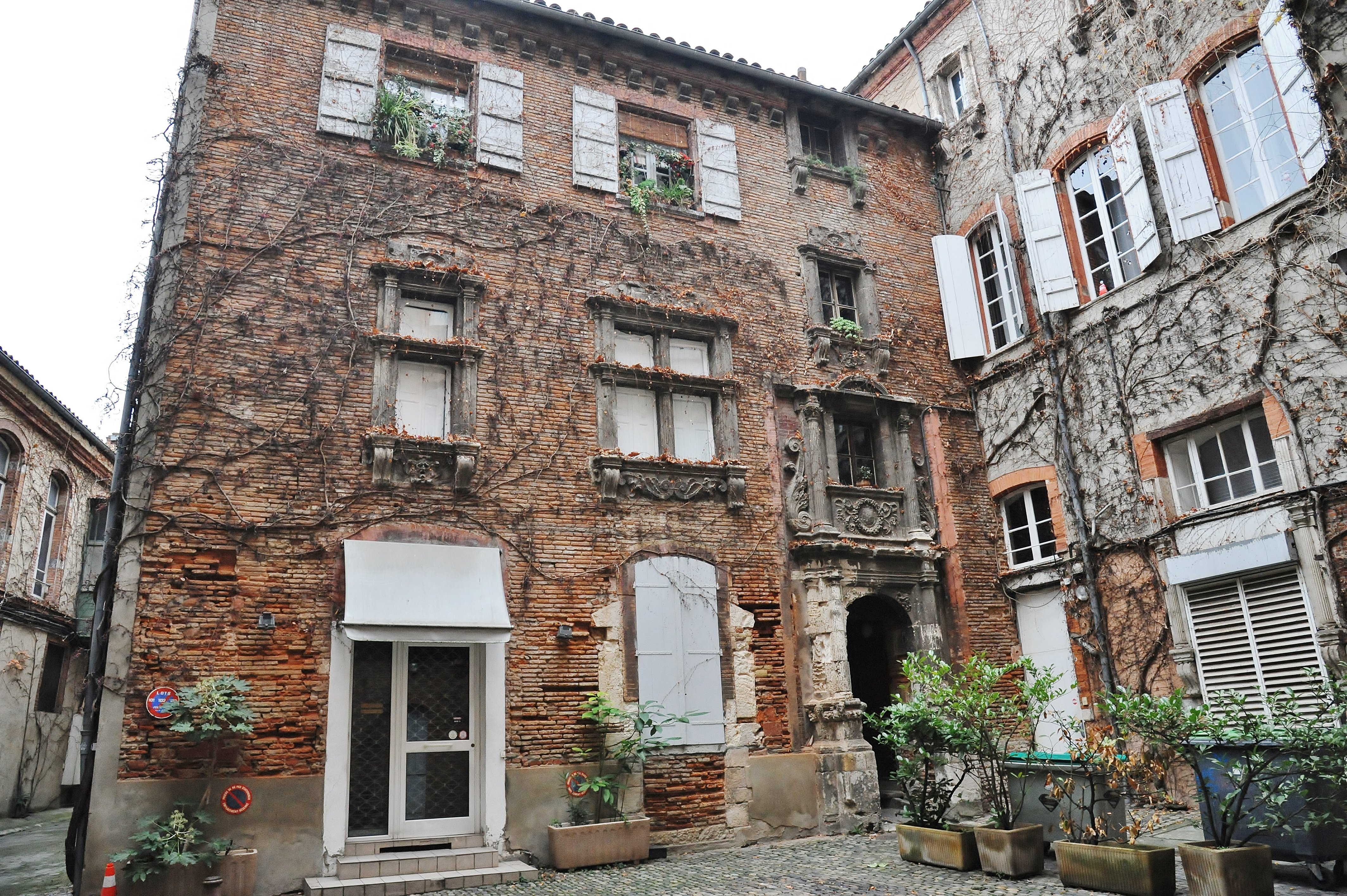
Hôtel Guillaume de Bernuy.
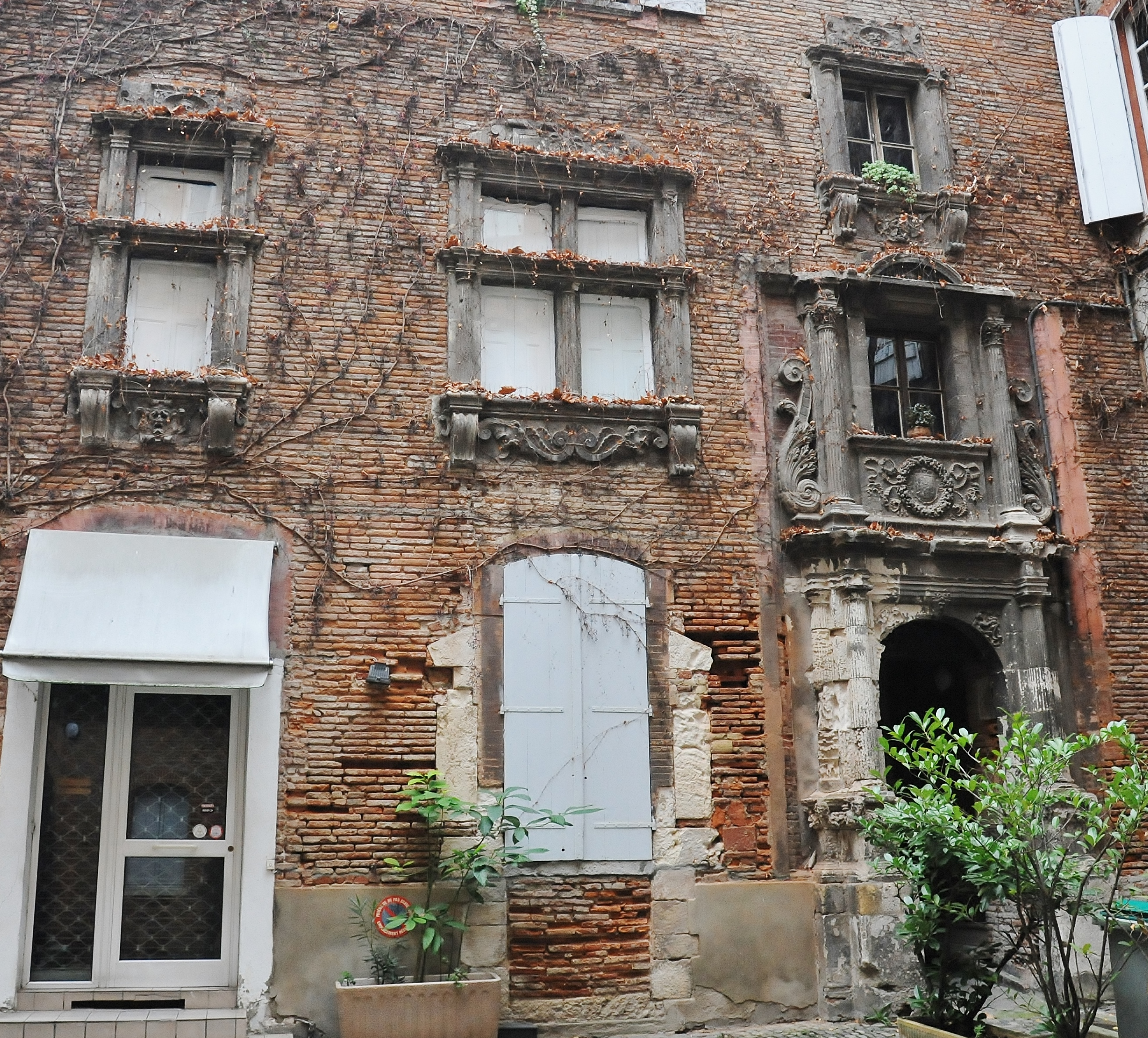
Hôtel Guillaume de Bernuy : façade sur cour.
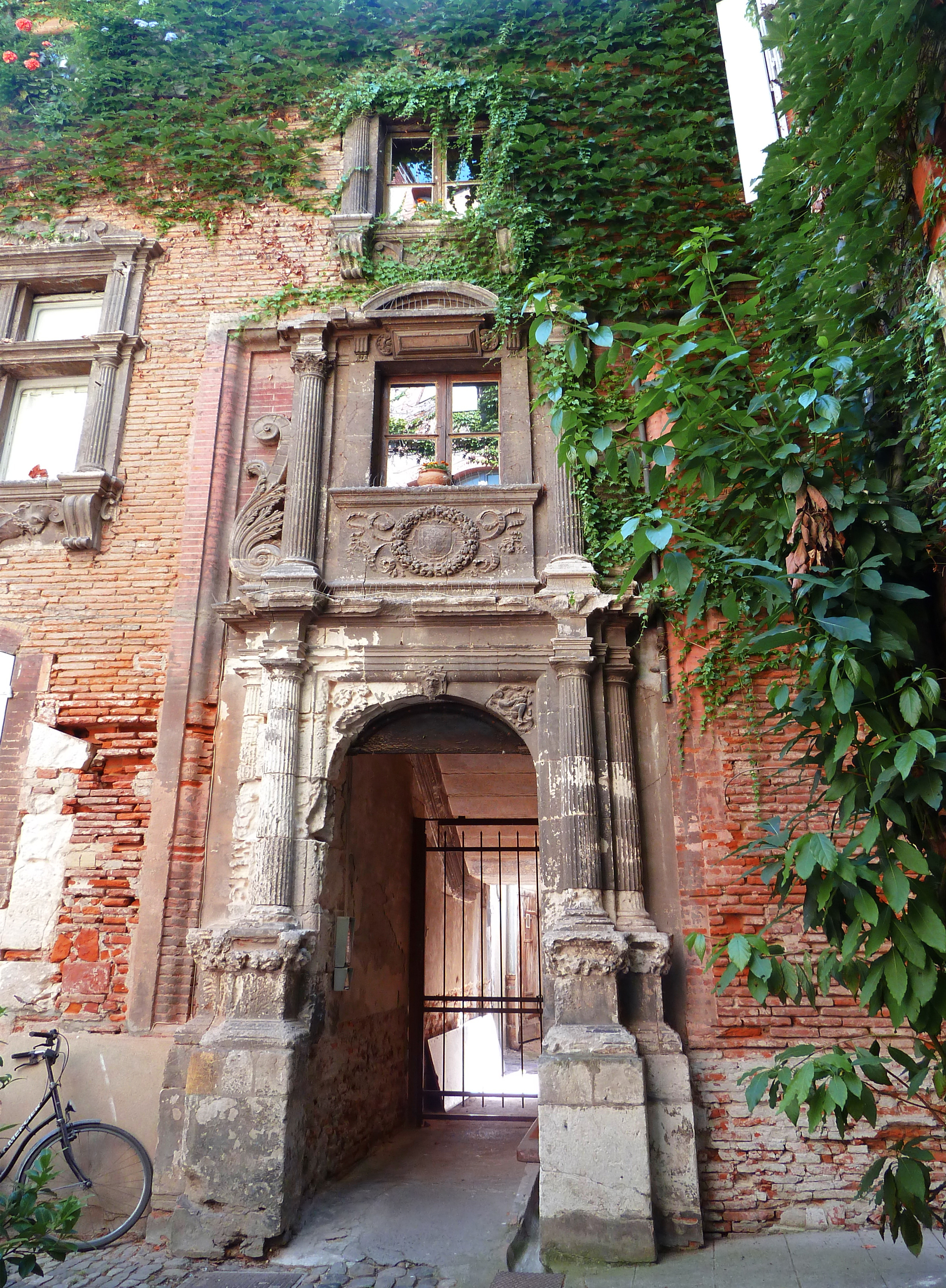
Guillaume de Bernuy : portail.
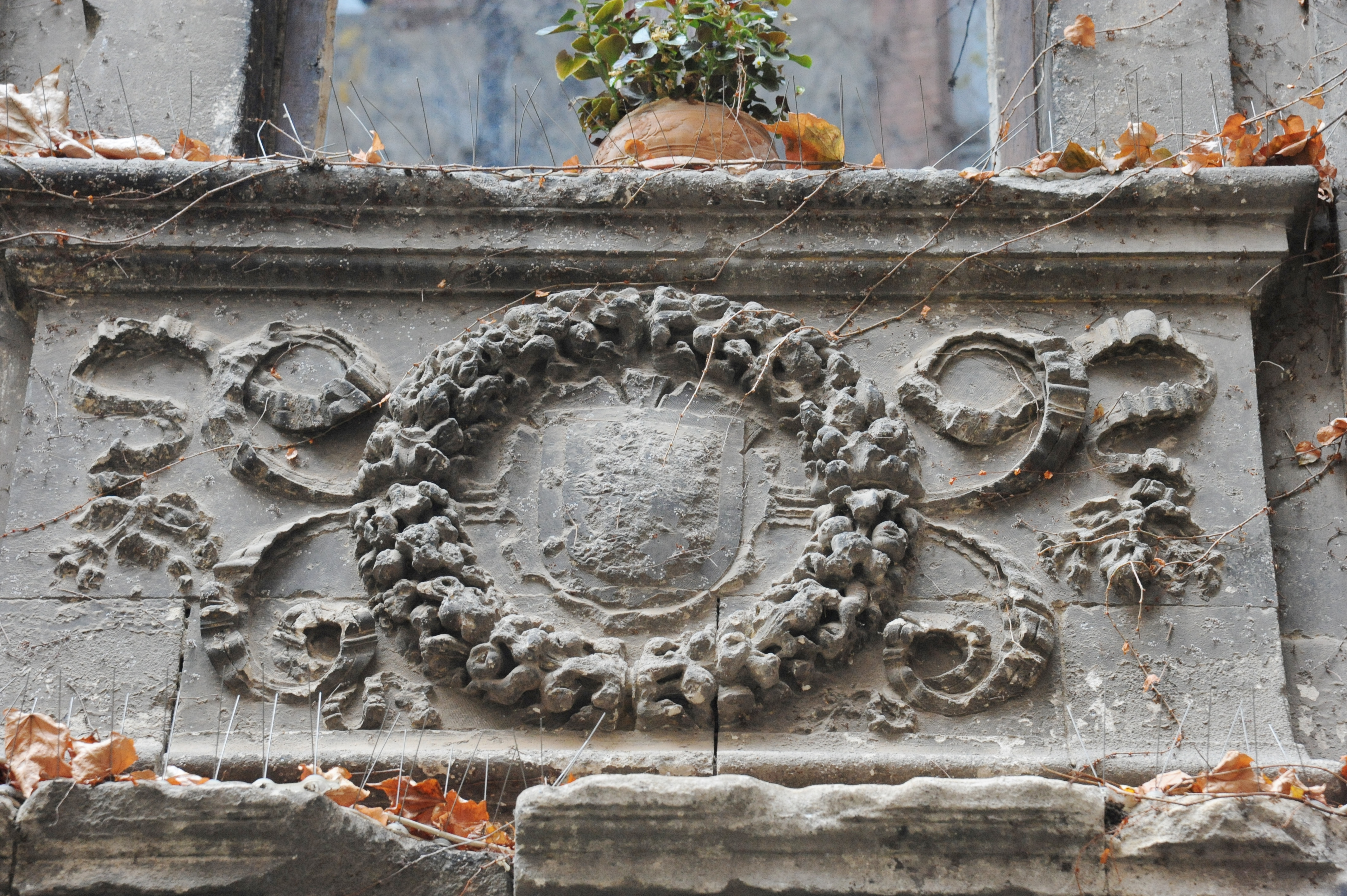
Guillaume de Bernuy : chapeau de triomphe où étaient sculptées les armes du propriétaire.
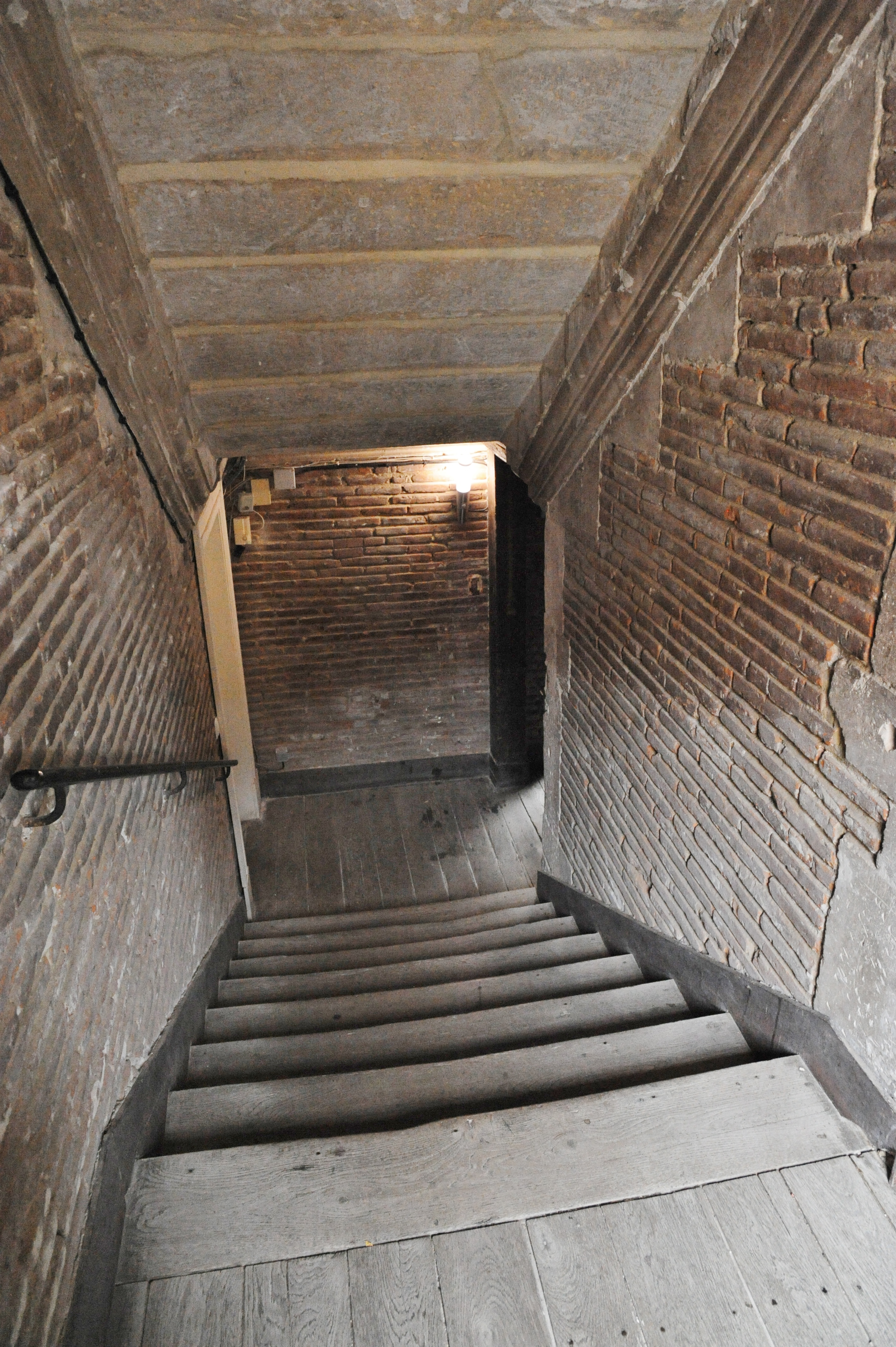
Guillaume de Bernuy : escalier à rampes droites.
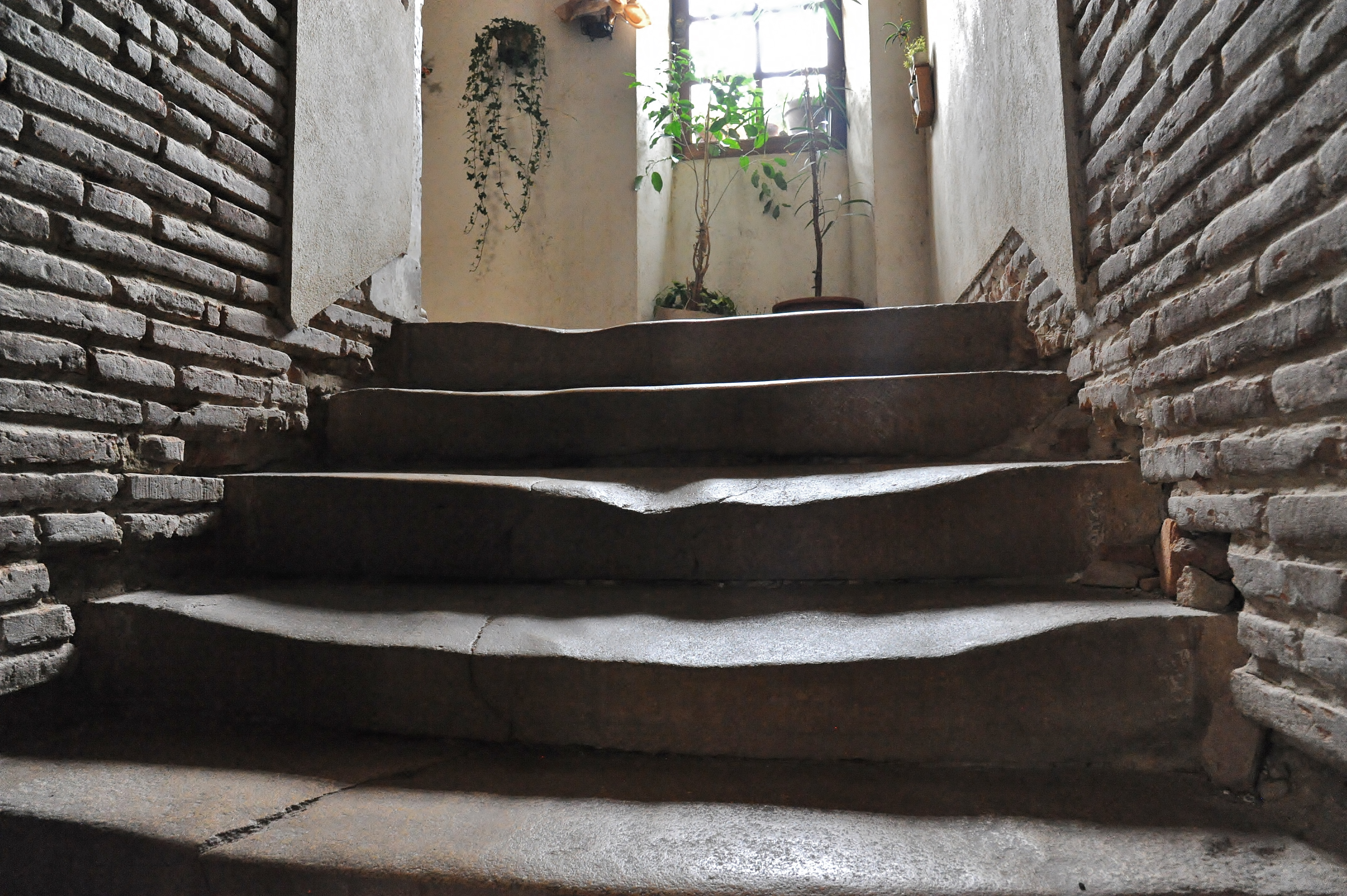
Guillaume de Bernuy : seul le haut de l'escalier a conservé ses degrés de pierre.
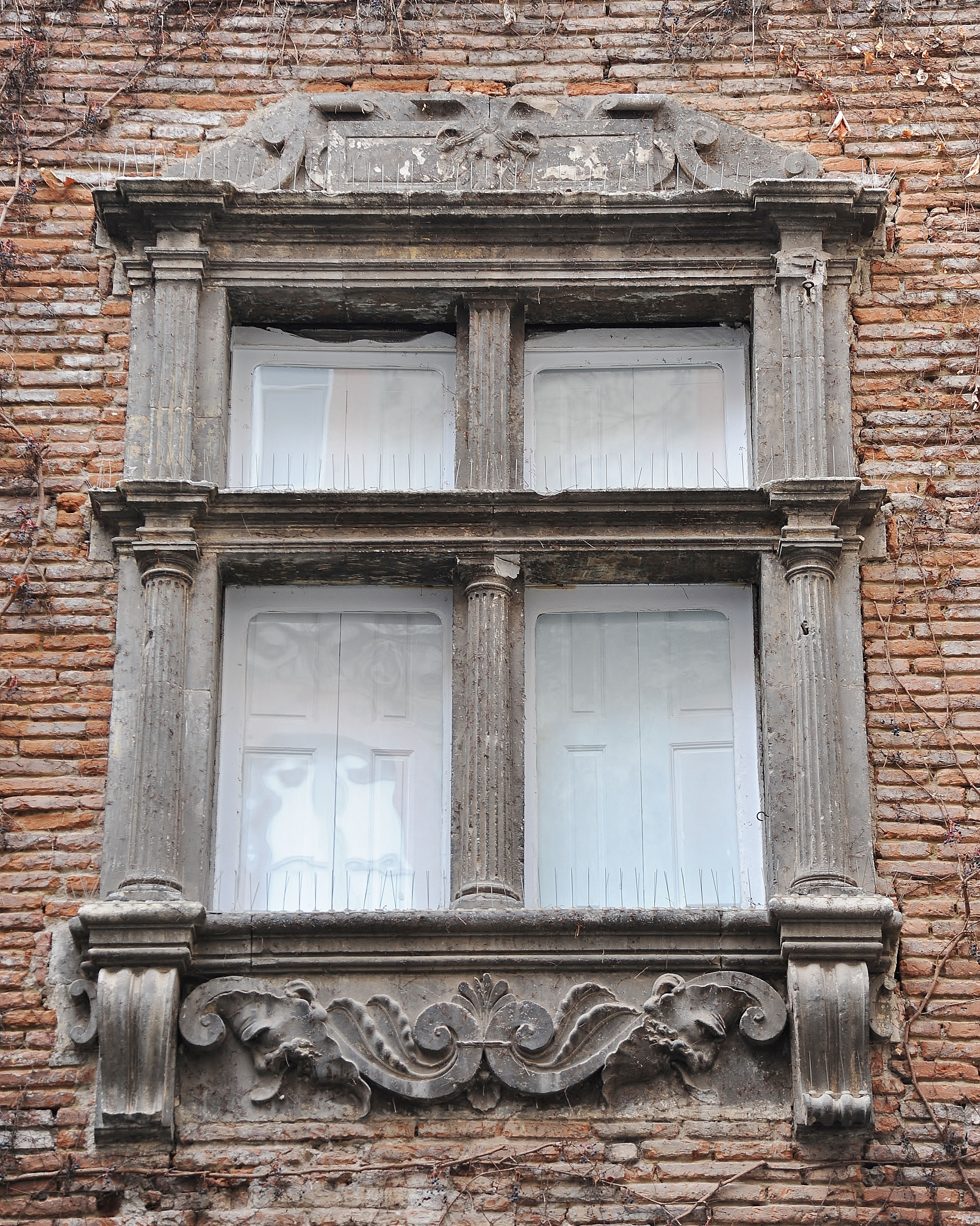
Guillaume de Bernuy : fenêtre.
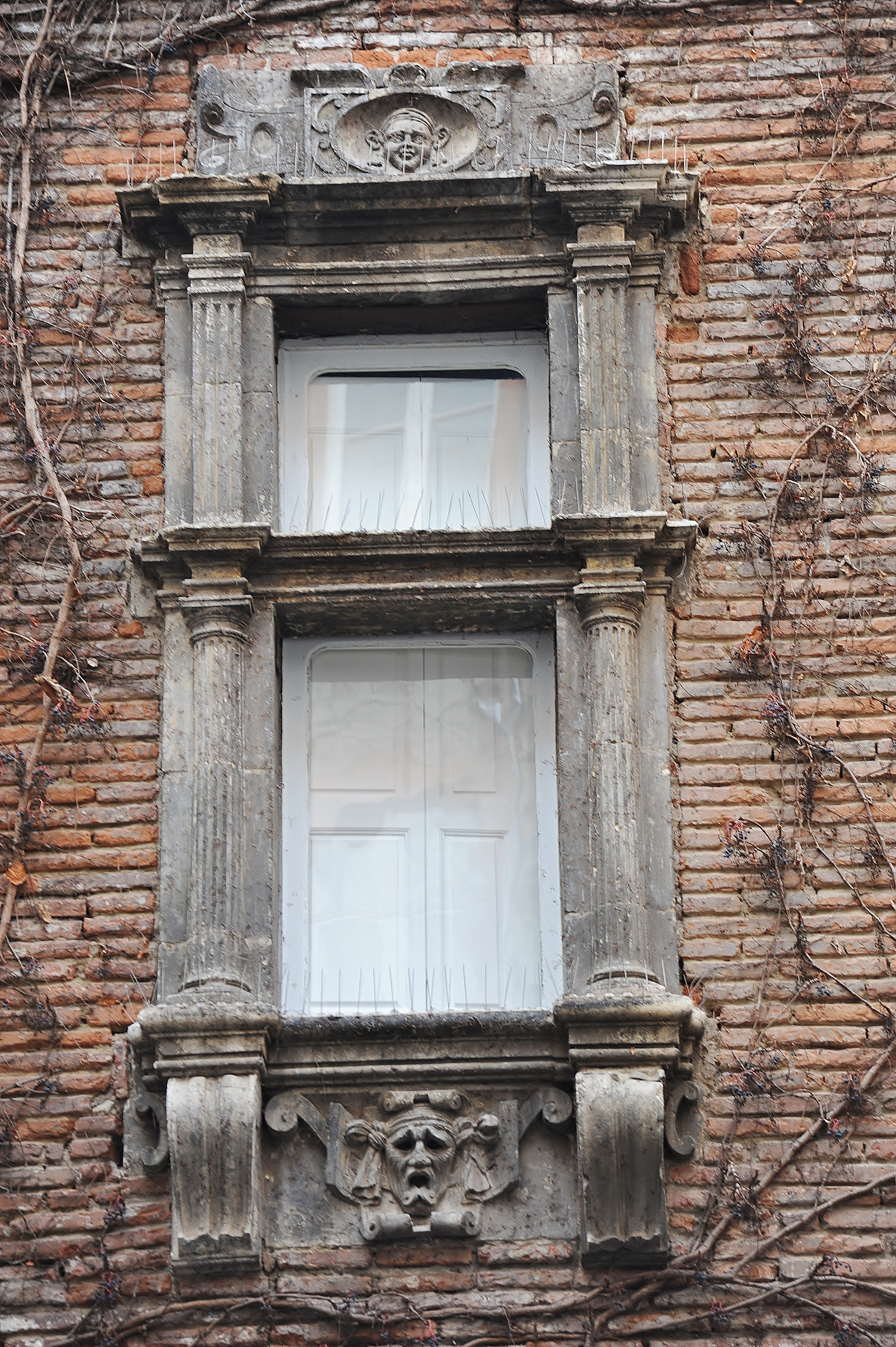
Guillaume de Bernuy : fenêtre.
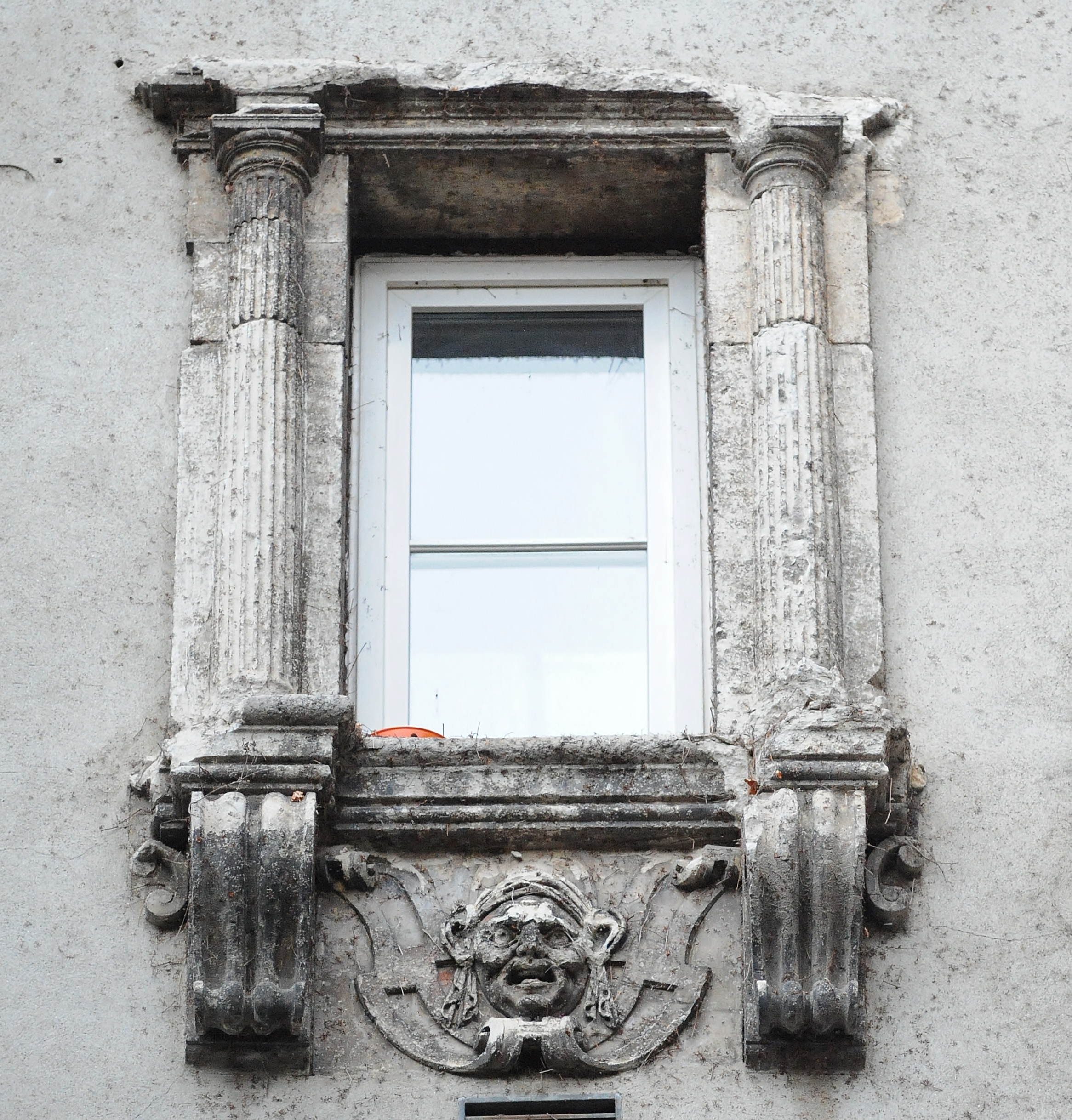
Guillaume de Bernuy : fenêtre.

#### L'hôtel de Brucelles
Adresse : 19 rue des Changes. Inscrit MH.
Édifié en 1544 par le marchand drapier Arnaud de Brucelles (élu capitoul en 1534-35) sur une petite parcelle ouverte sur la rue des Changes, l'hôtel de Brucelles est situé en plein cœur du quartier marchand. Contraint par la faible superficie de la cour, c'est en hauteur et par le moyen d'une très haute tour d'escalier, magnifiée par des sculptures en pierre, que le propriétaire exprime son ambition. Les bustes en pierre, représentant chacun un personnage vêtu à l'antique (cuirasse, toge) ou à la mode du XVIe siècle, couronnent des fenêtres dotées de petites colonnes.

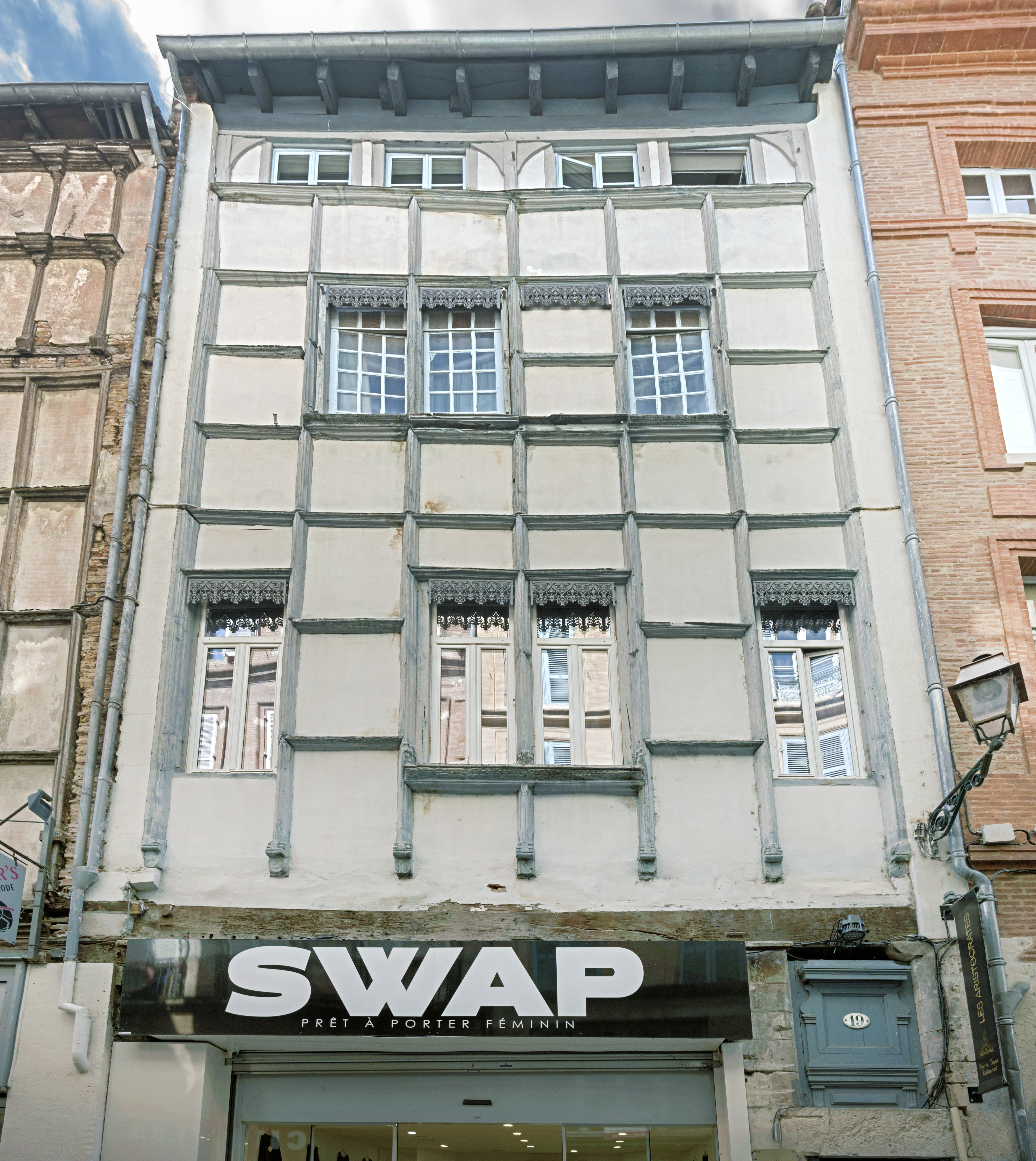
Hôtel de Brucelles.
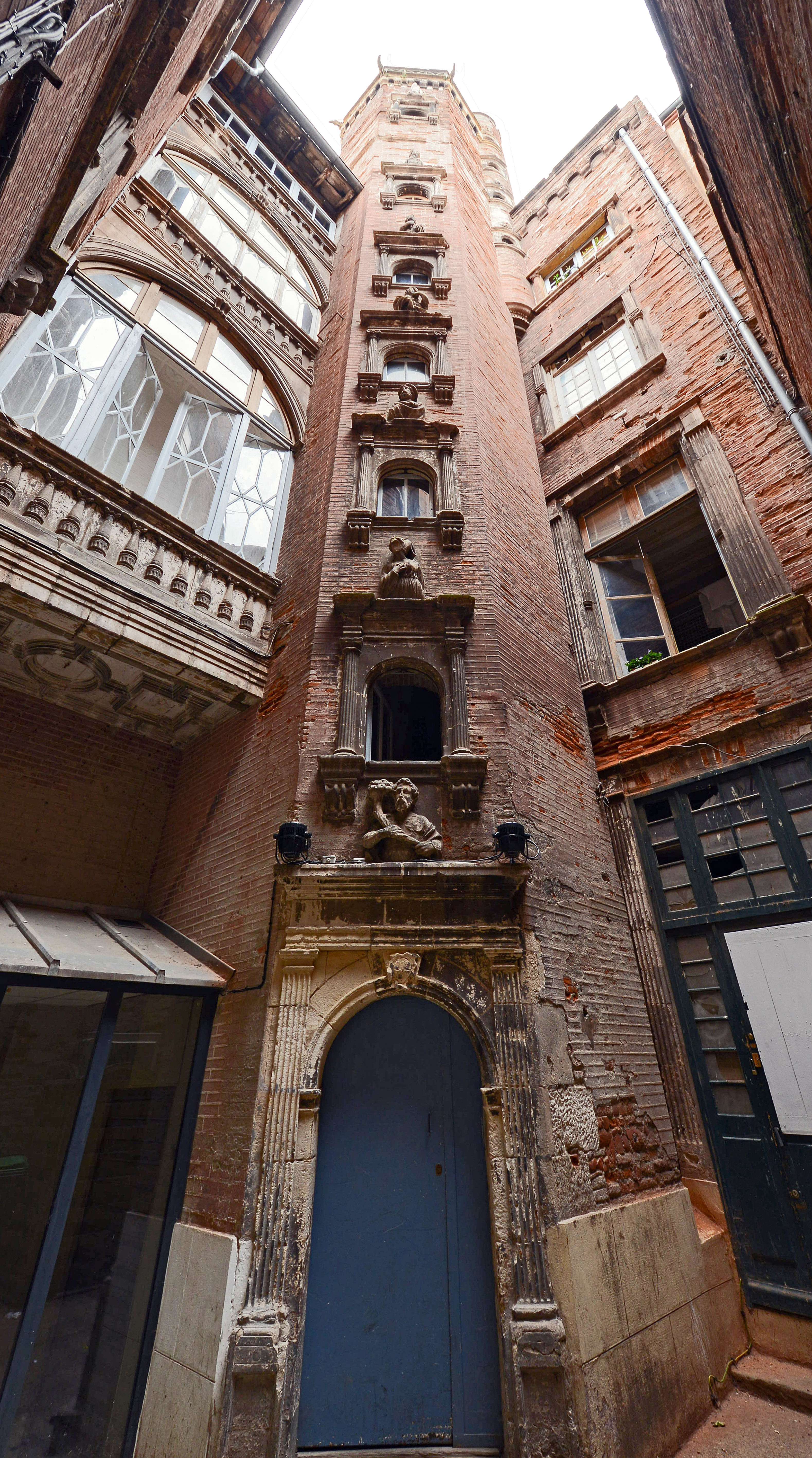
Brucelles : tour dans la cour.
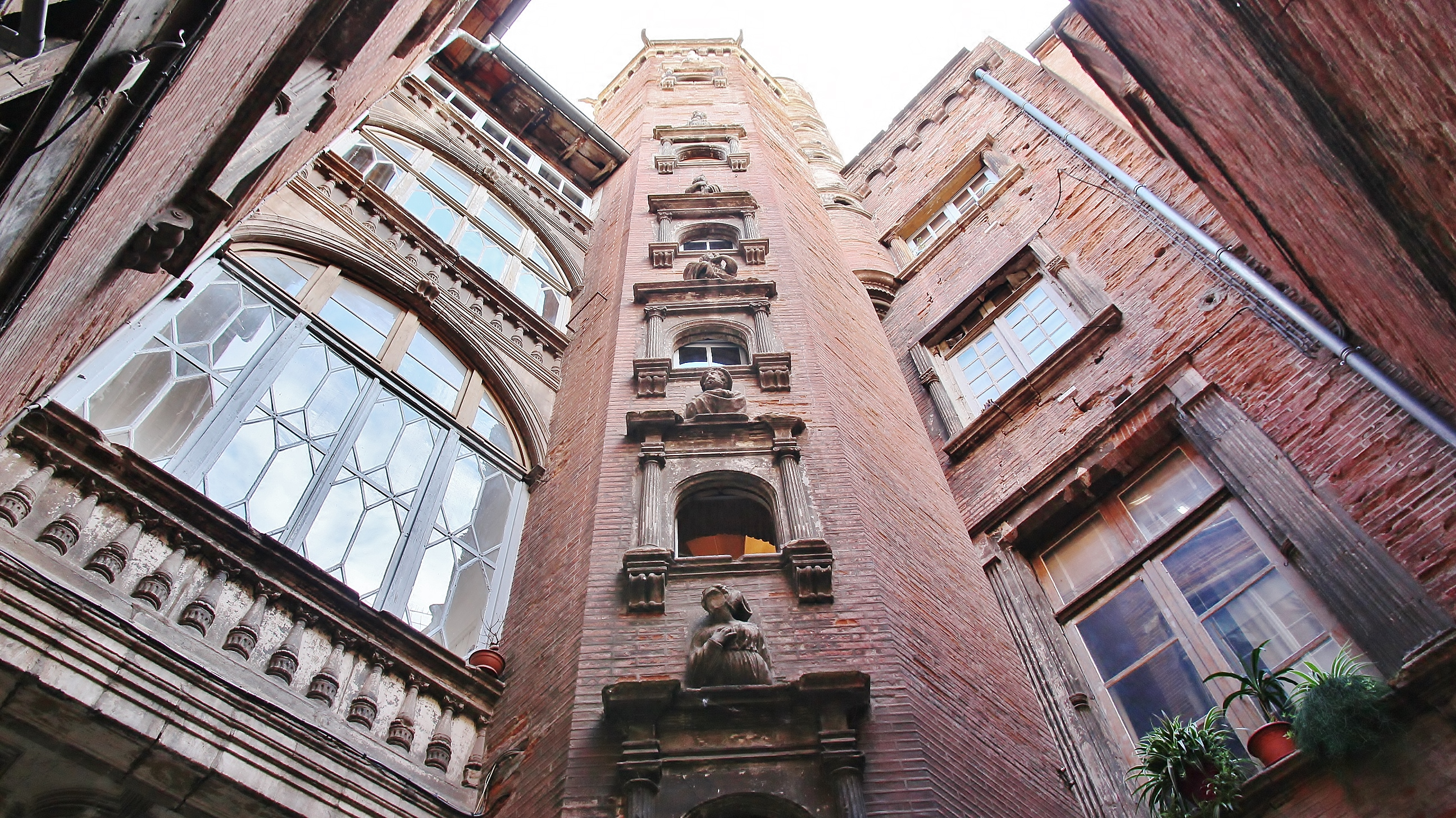
Brucelles.
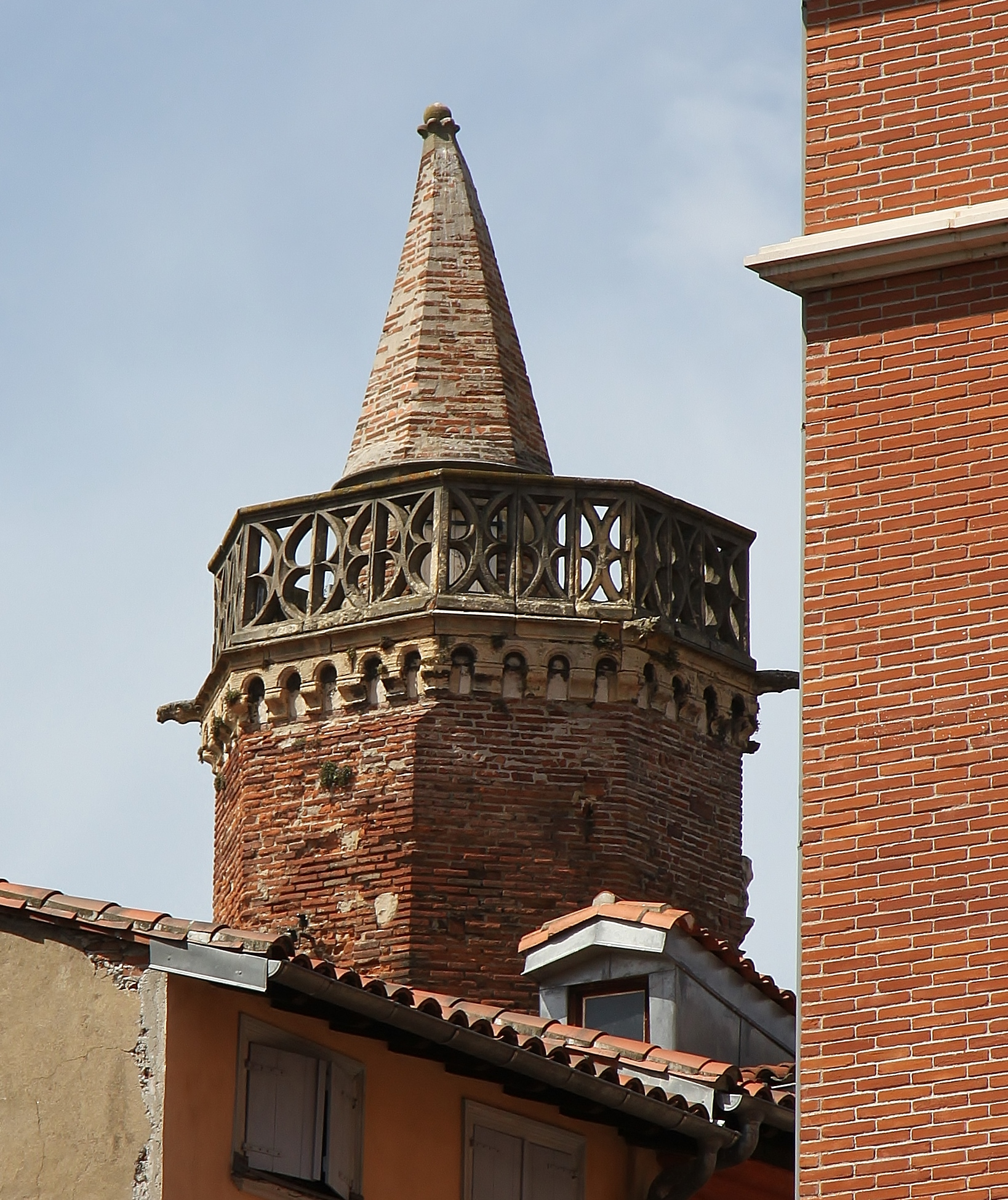
Brucelles : sommet de la tour, balustrade, faux mâchicoulis.
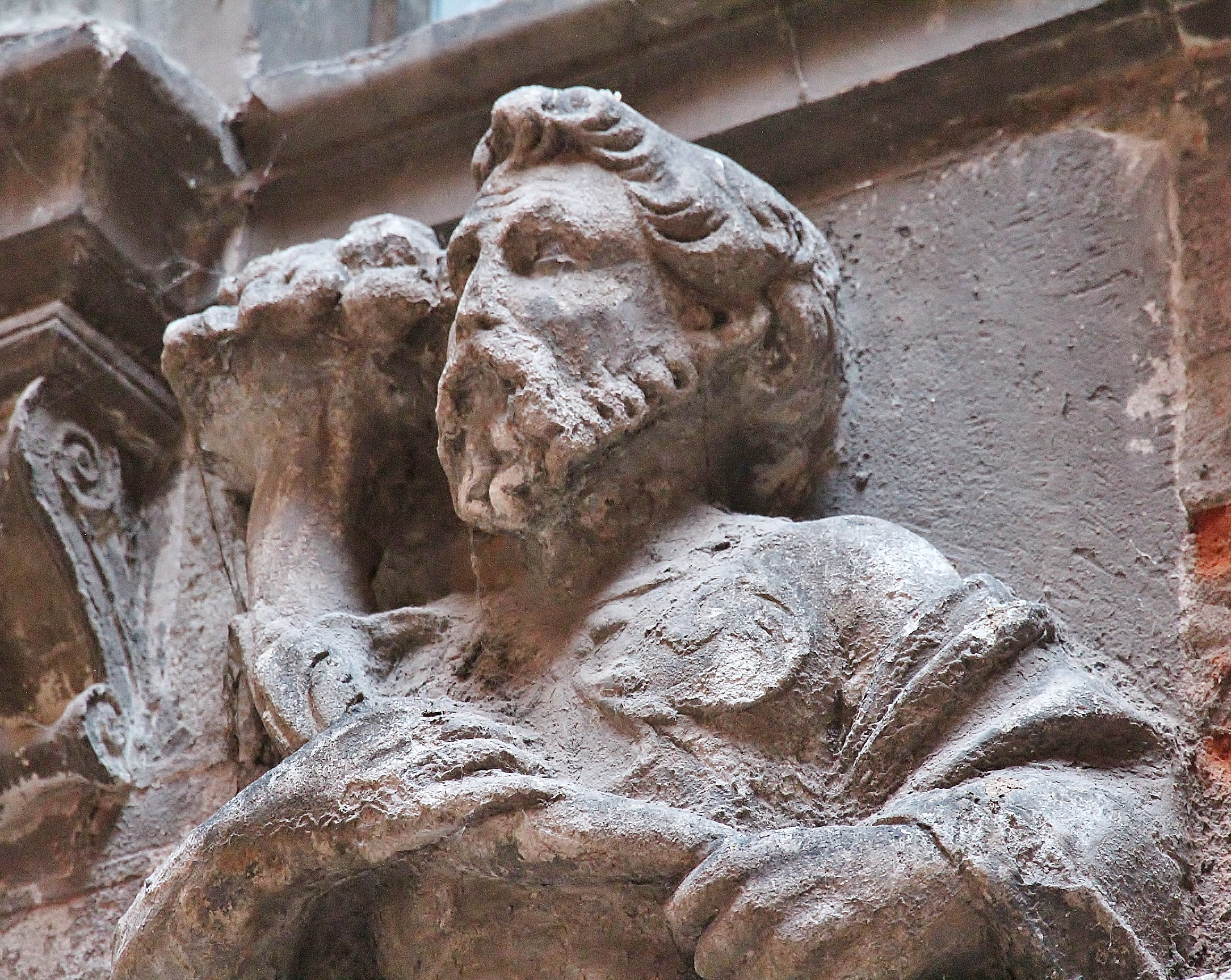
Brucelles : buste.
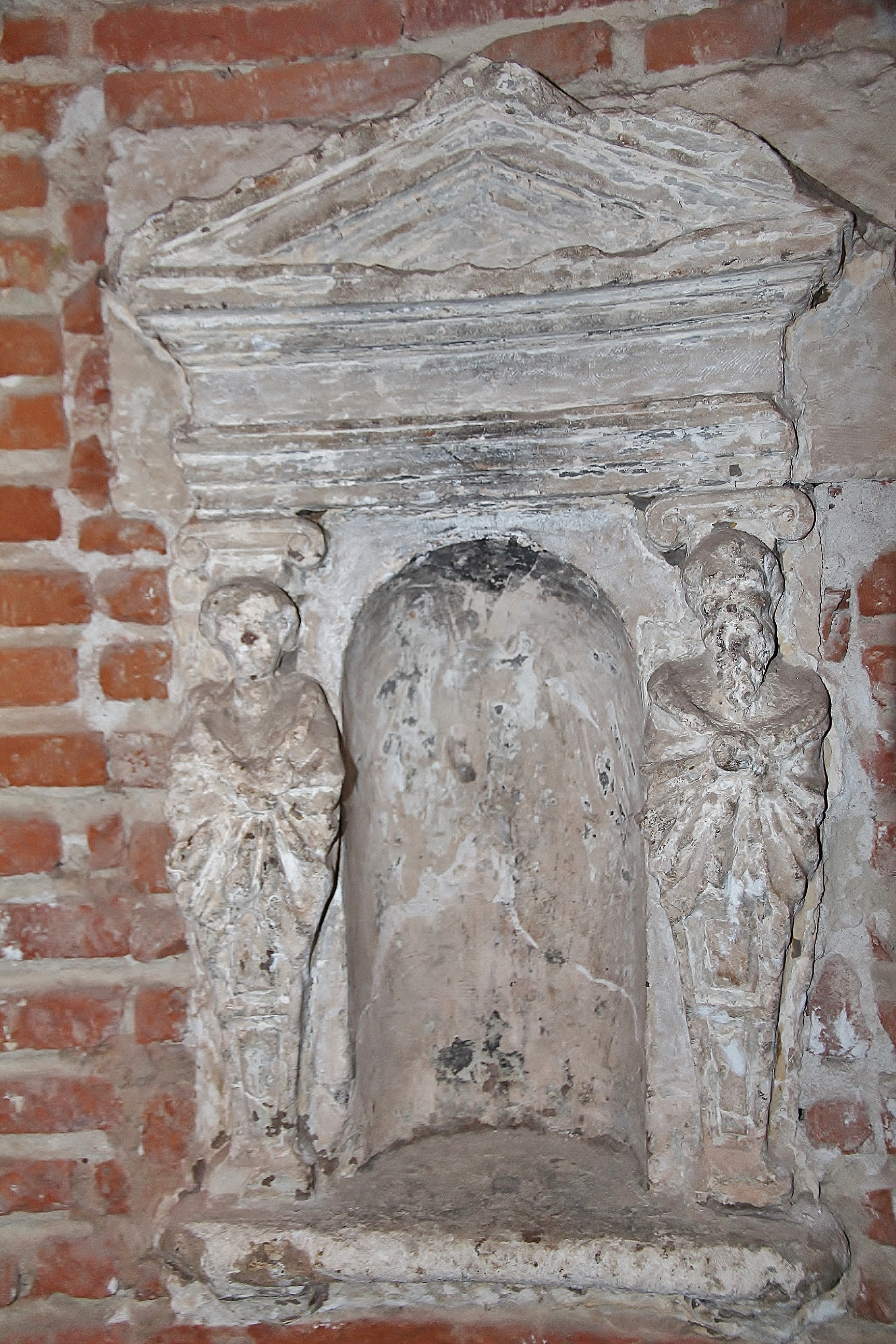
Brucelles : niche décorée des sculptures d'un homme et d'une femme vêtus à l'antique dans l'escalier de la tour.
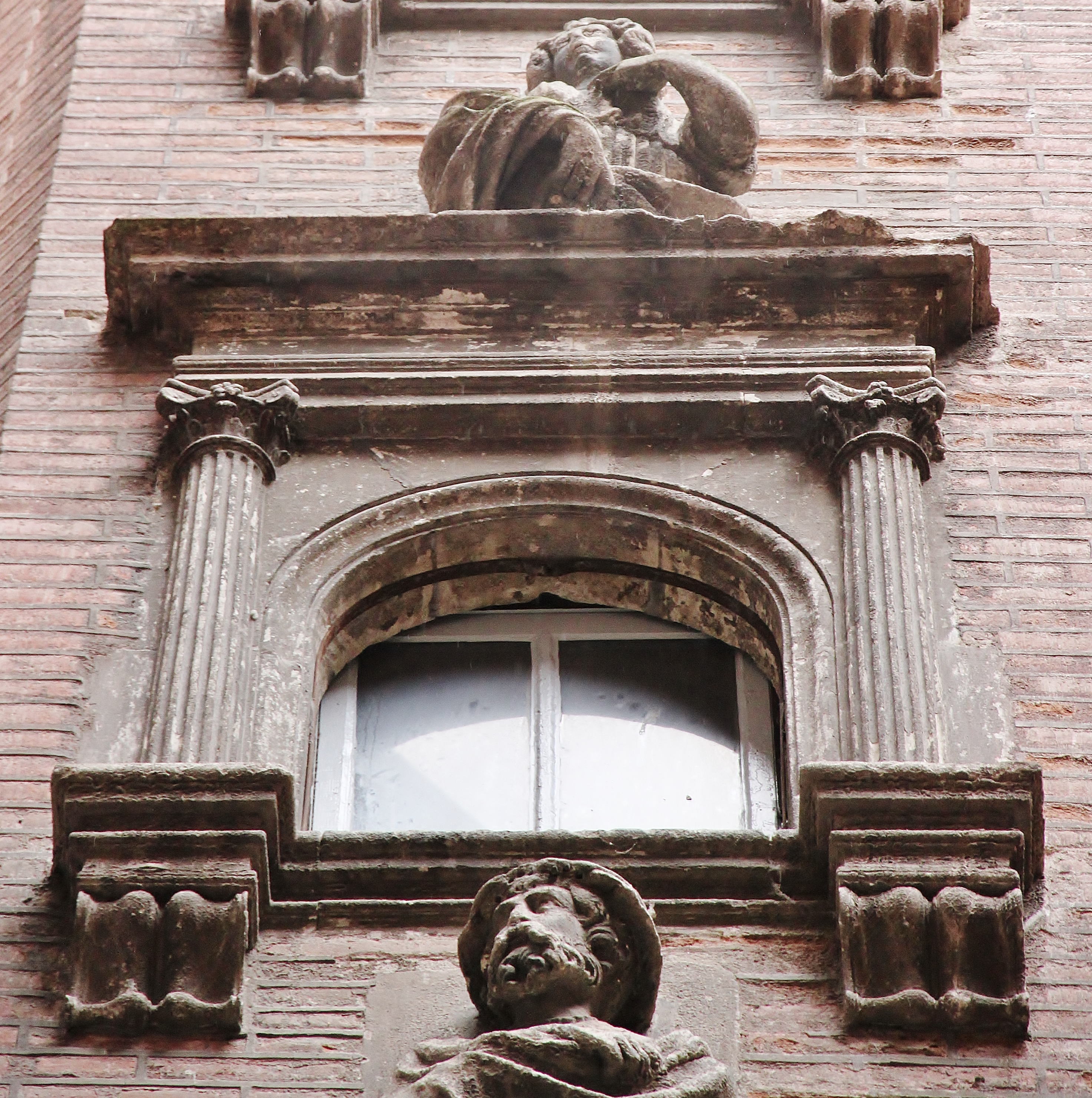
Brucelles : fenêtre (tour).
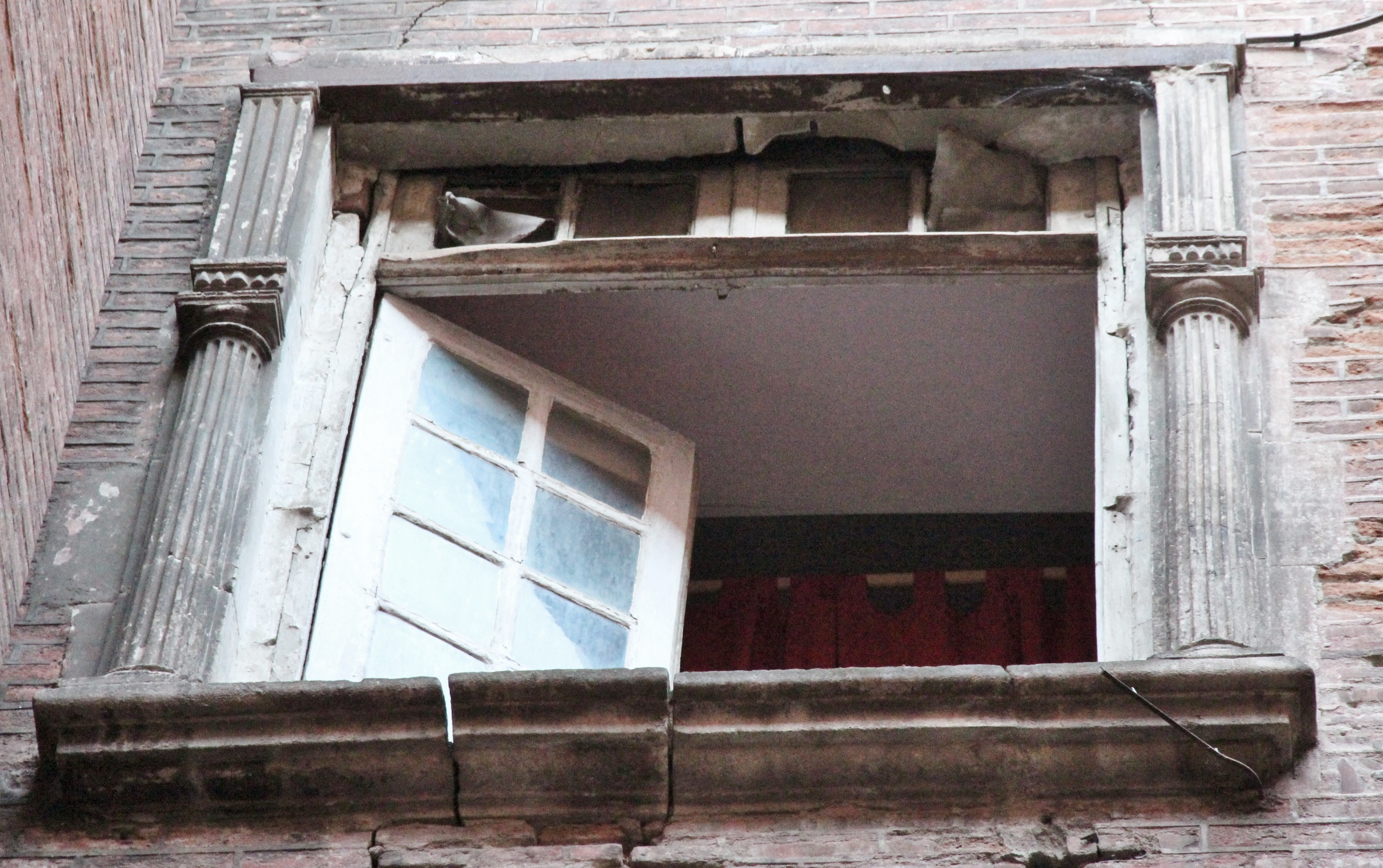
Brucelles : fenêtre.
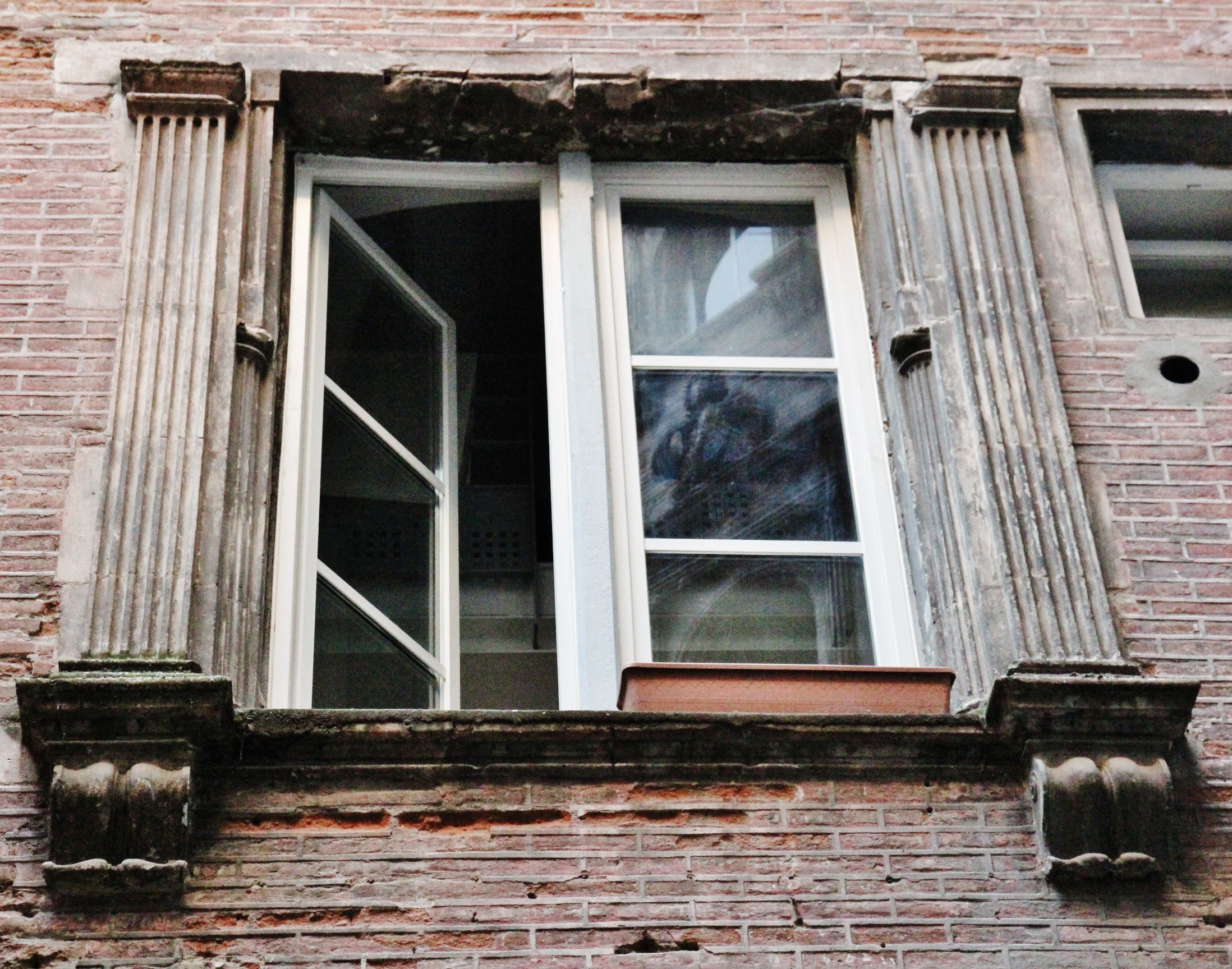
Brucelles : fenêtre.

#### L'hôtel de Mansencal
Adresse : 1 rue Espinasse. Inscrit MH.
Grand protecteur des lettres et jugé « sçavant jusqu'aux dentz » par ses contemporains, le premier président au Parlement Jean de Mansencal fait construire vers 1540-1560 un hôtel qui s'organise entre cour et jardin, doté de l'une des plus hautes tours d'escalier de la ville.
La façade sur jardin, autrefois spectaculaire avec ses cinq travées ordonnancées, ne conserve plus aujourd'hui que deux de ces travées dont l'élévation témoigne d'une recherche de symétrie et de régularité. Aux trois niveaux, des ouvertures à chambranle sont intégrées à une ordonnance de pilastres à l'antique taillés dans la brique (ainsi que les arcades) où les ordres se superposent, y compris sur les colonnettes en pierre intégrées à l'encadrement des baies.
Dans la cage d'escalier de la tour, une salle haute accessible par la tourelle est supportée par une voûte dont les nervures se développent depuis une colonne corinthienne. Se rencontrent ici de belle manière le savoir-faire traditionnel du maître tailleur de pierre et la fascination nouvelle à la Renaissance pour l'architecture classique.

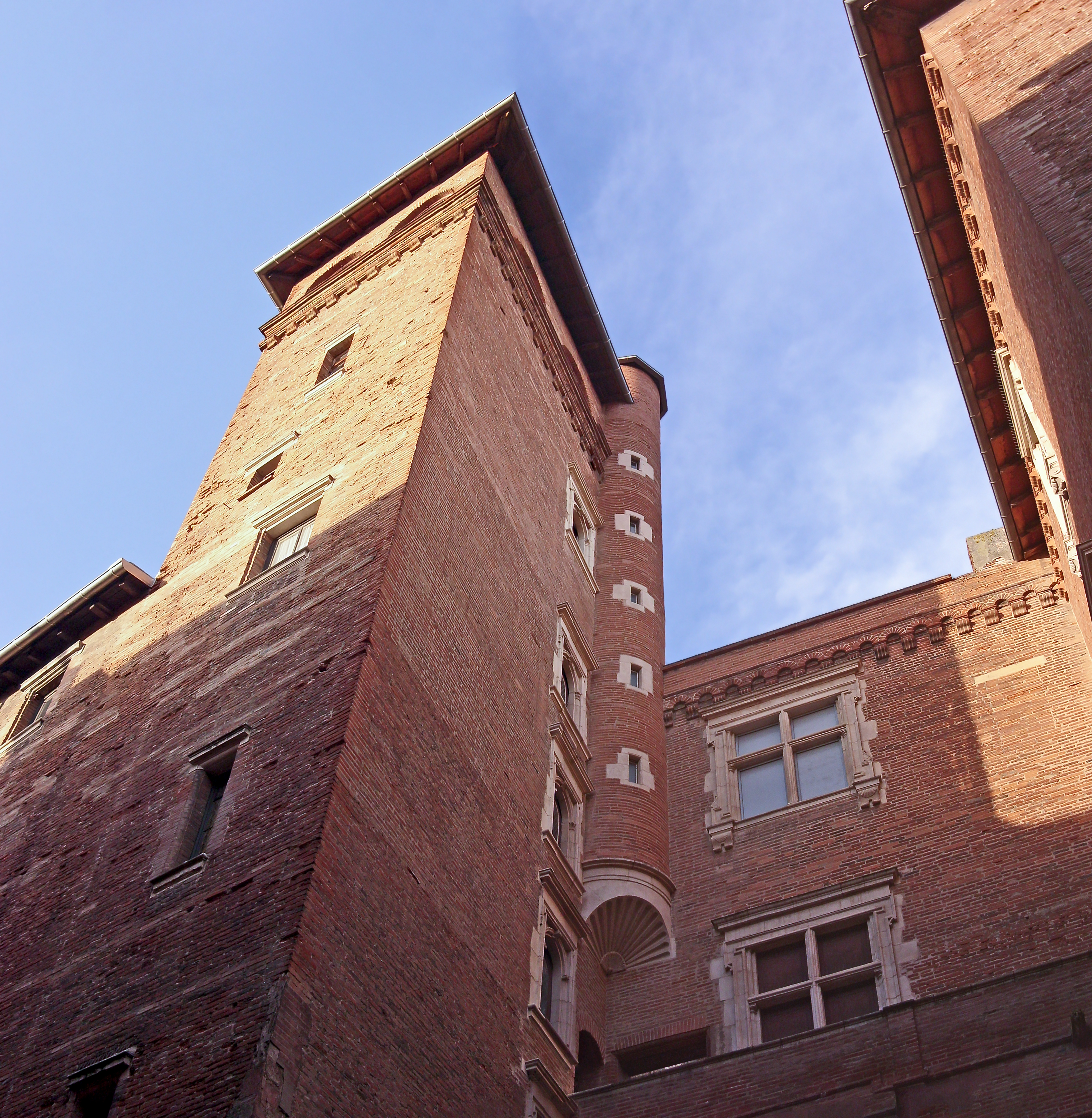
Hôtel de Mansencal : façades sur rue et tour.
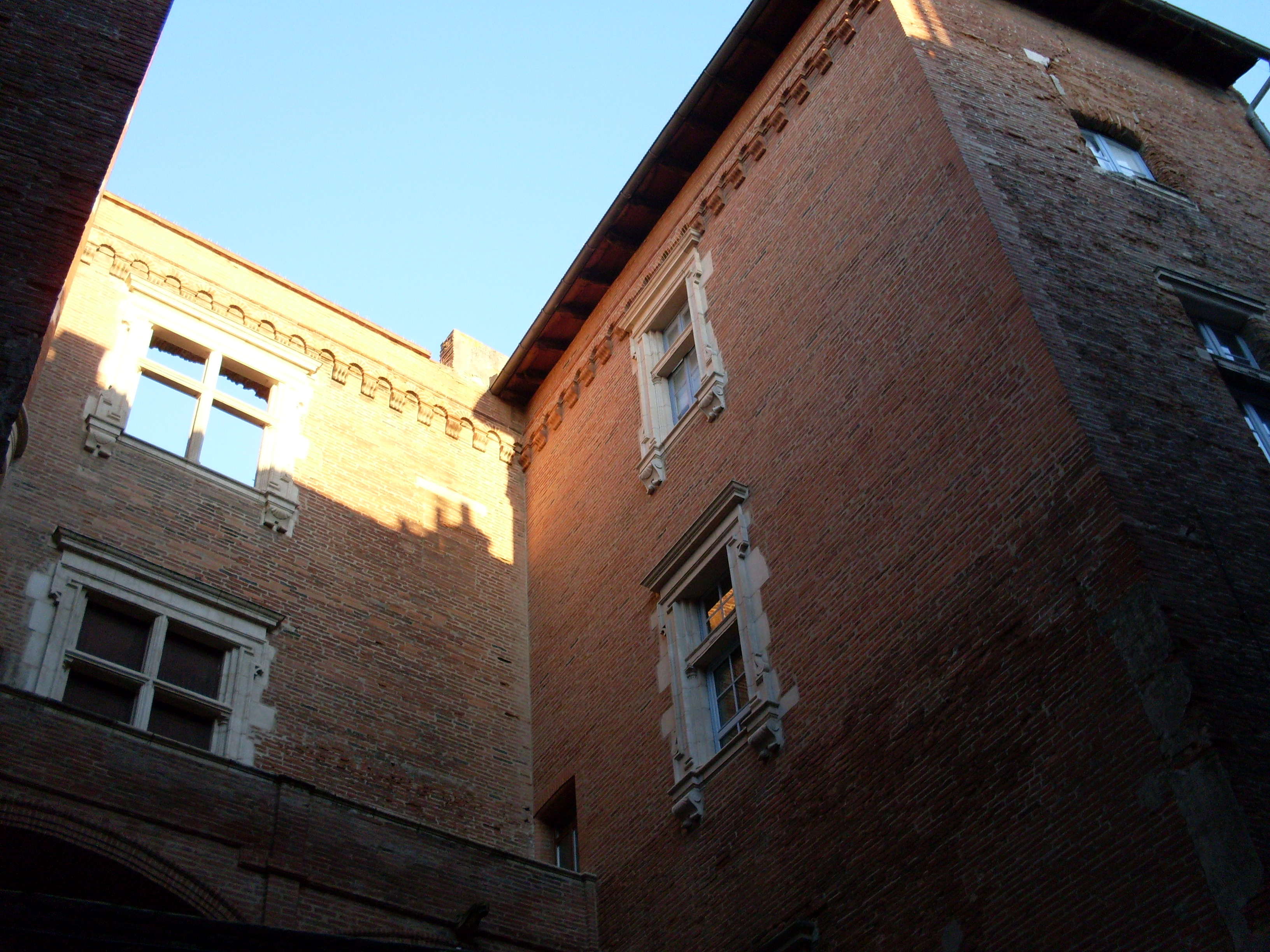
Mansencal : façades sur rue et tour.
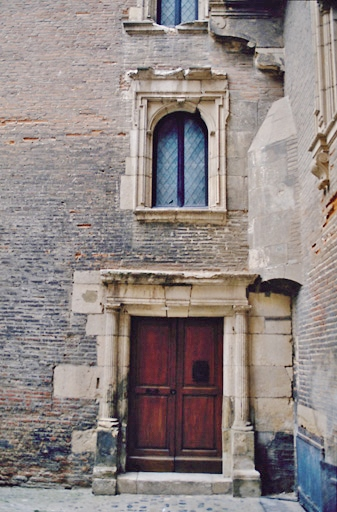
Mansencal : porte et fenêtre de la tour.
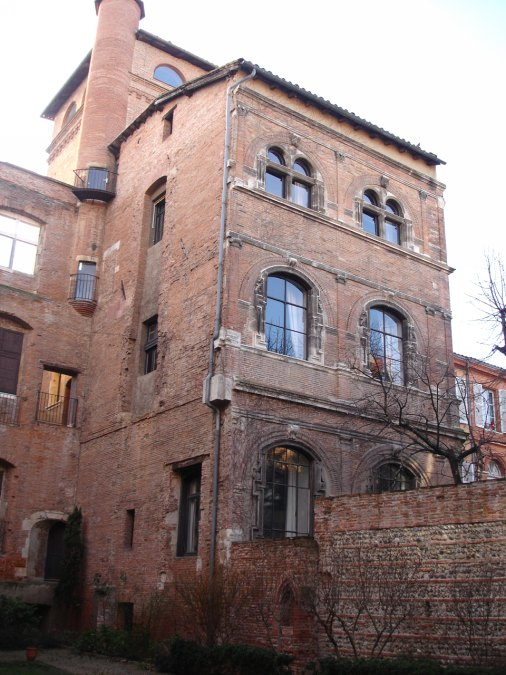
Mansencal : façade sur jardin.
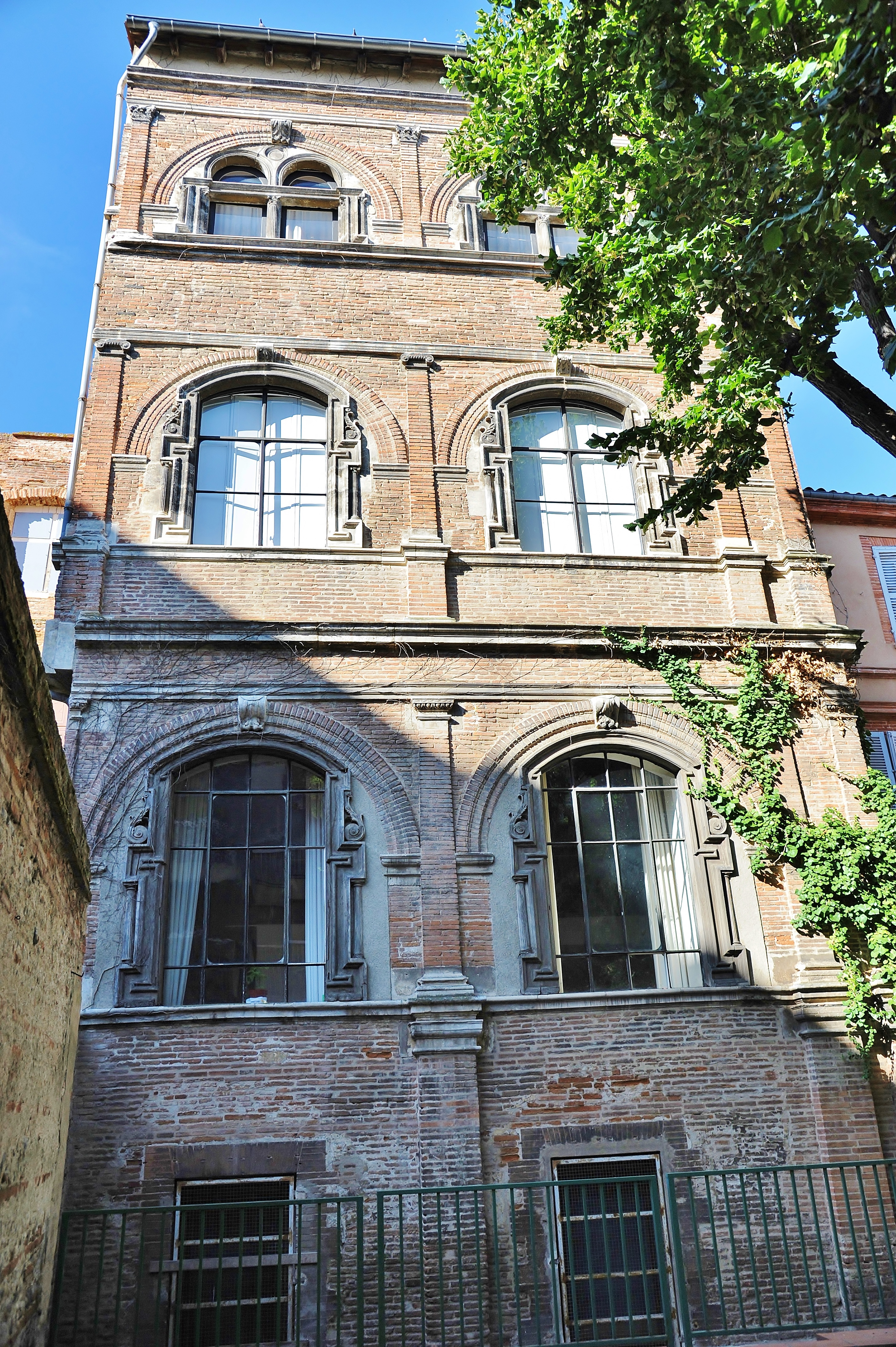
Mansencal : façade sur jardin.
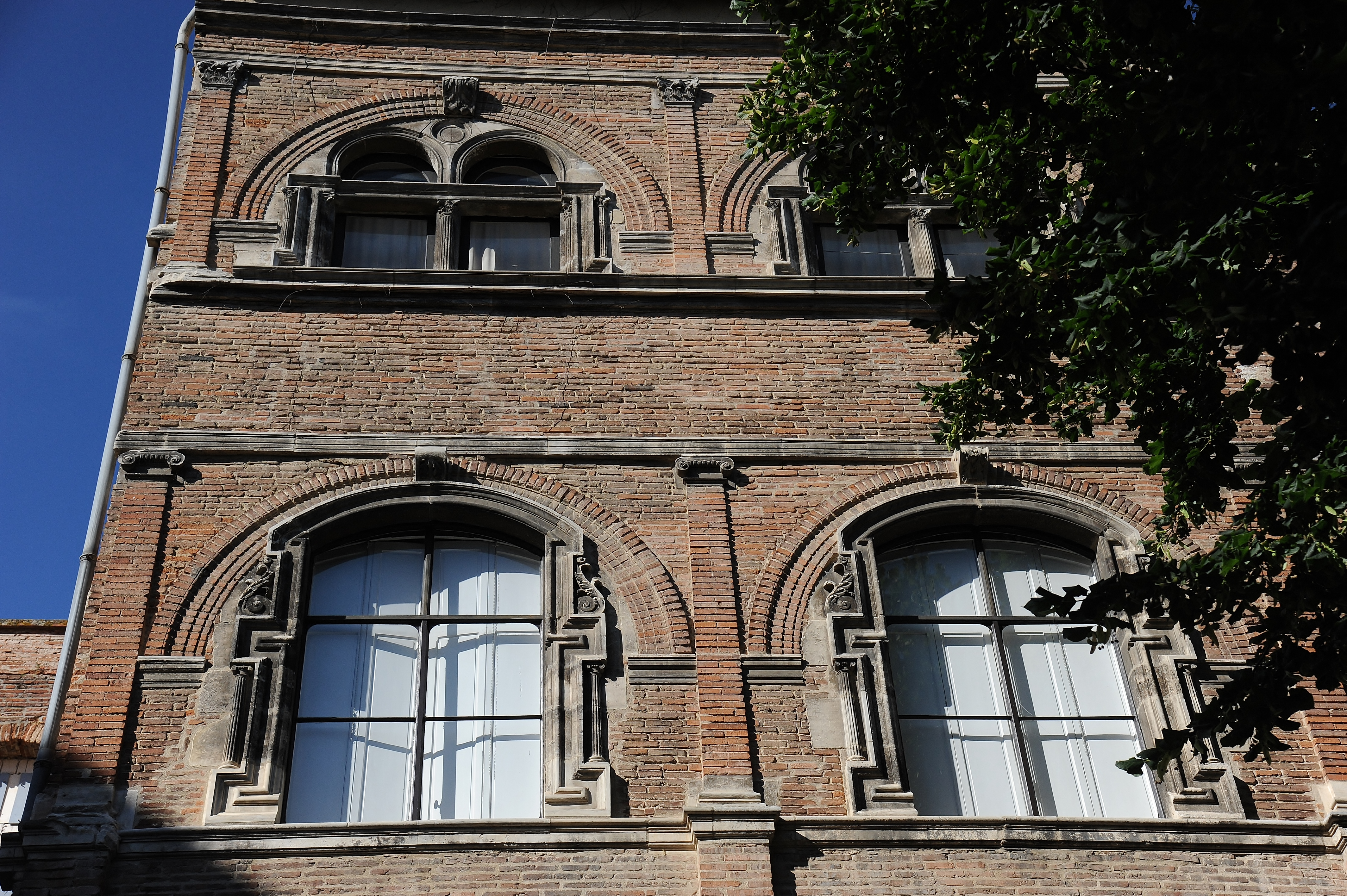
Mansencal : étages de la façade sur jardin.
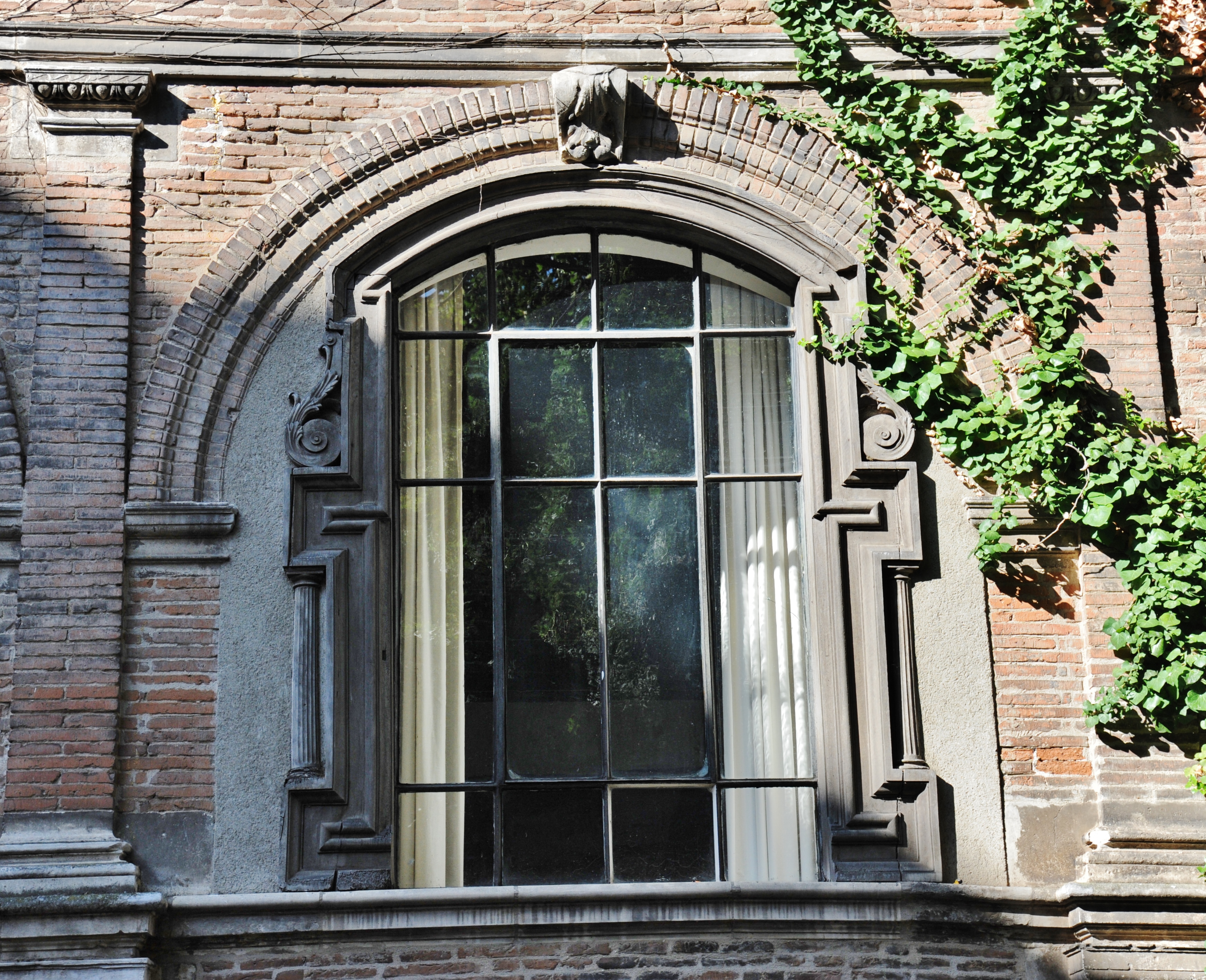
Mansencal : fenêtre du premier niveau.
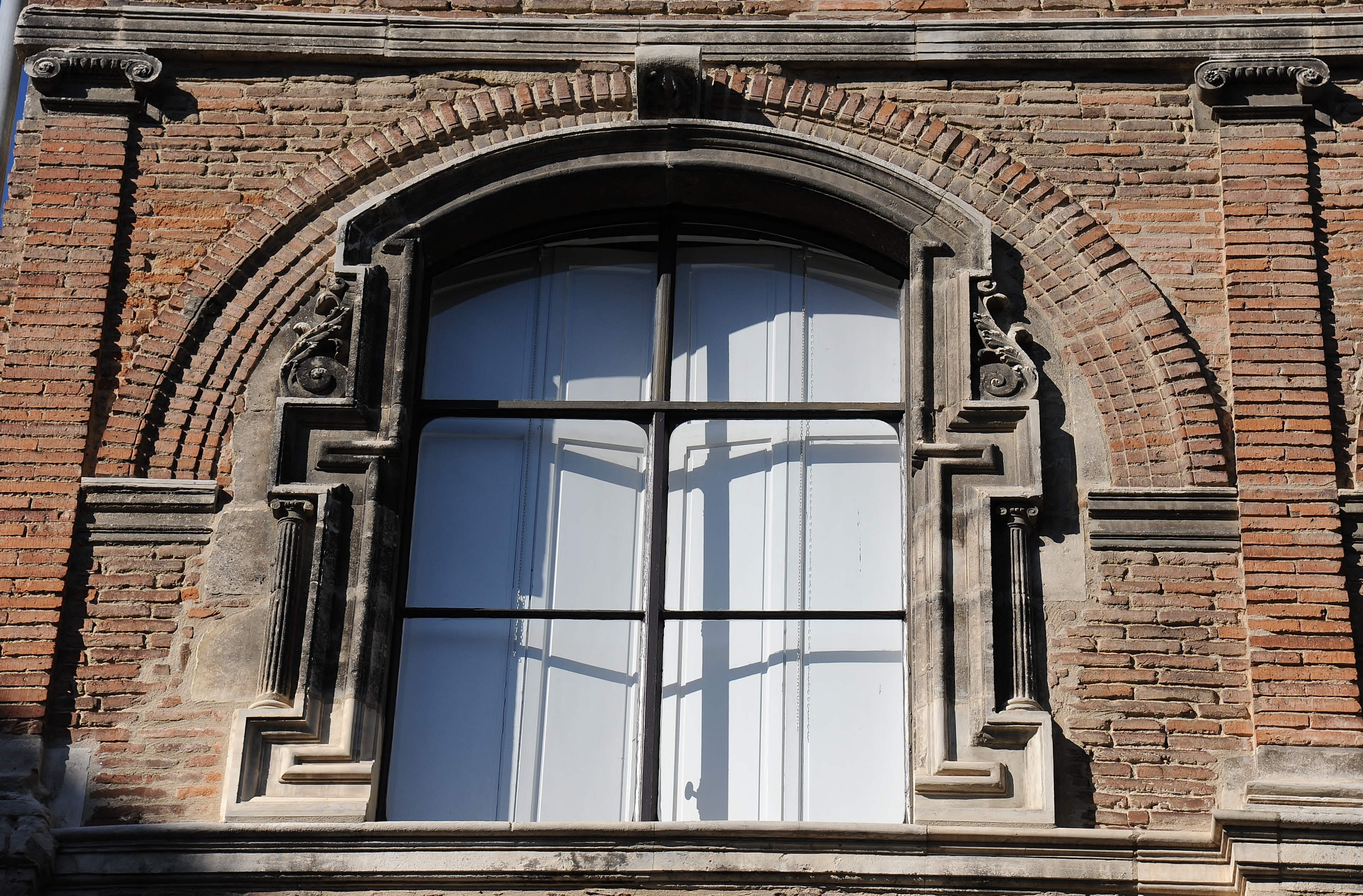
Mansencal : fenêtre du deuxième niveau.
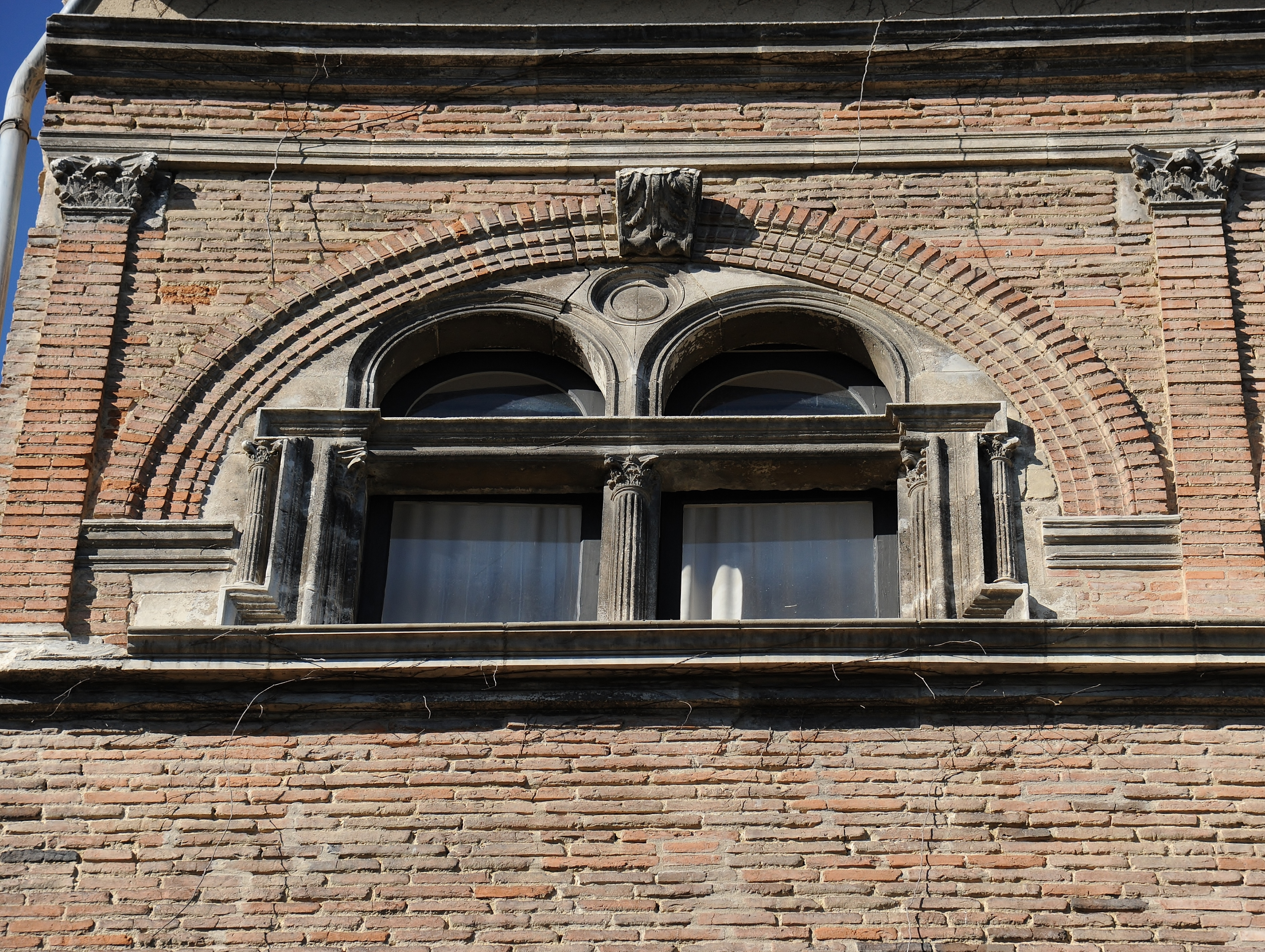
Mansencal : fenêtre du troisième niveau.
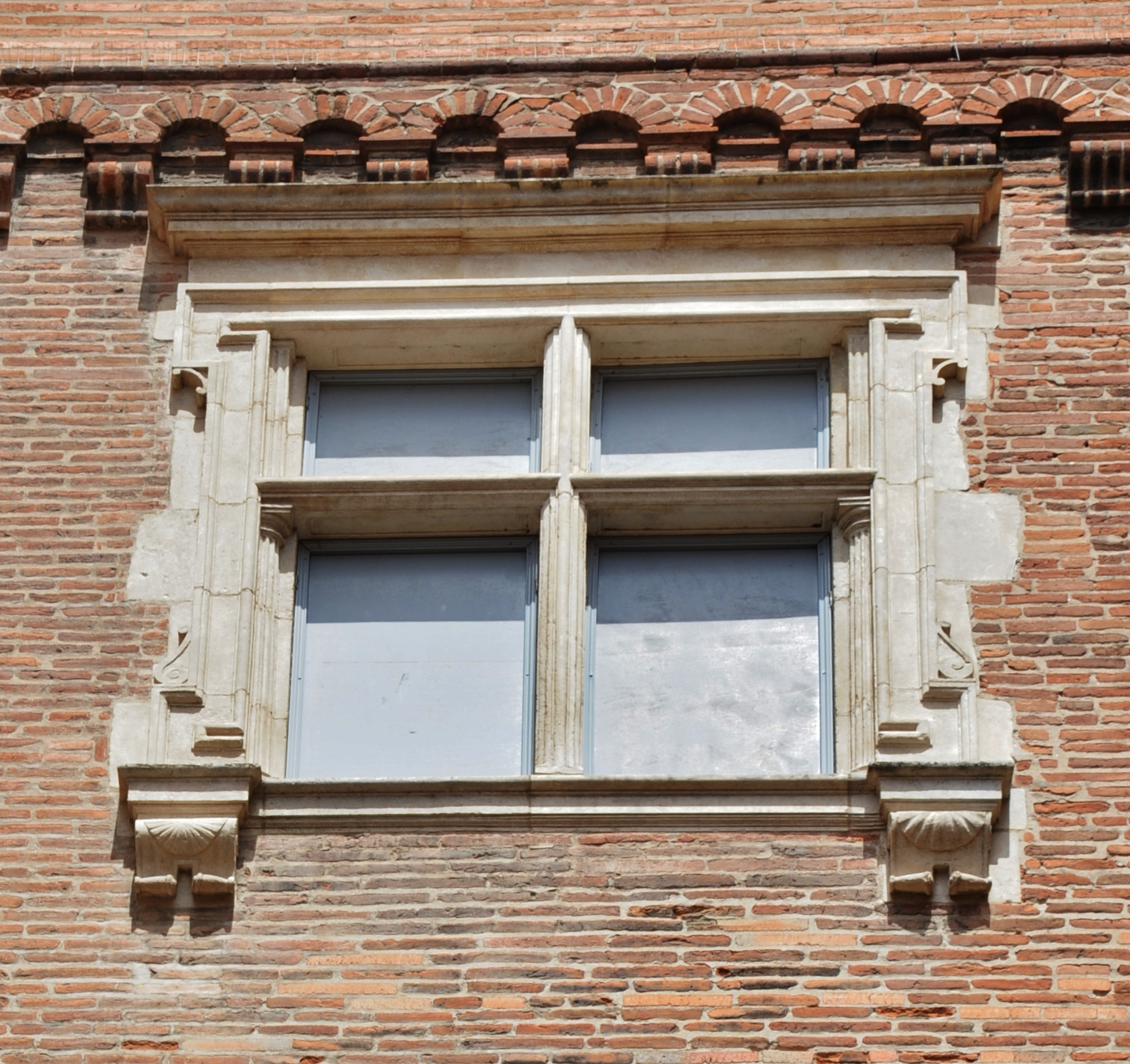
Hôtel de Mansencal (cour).
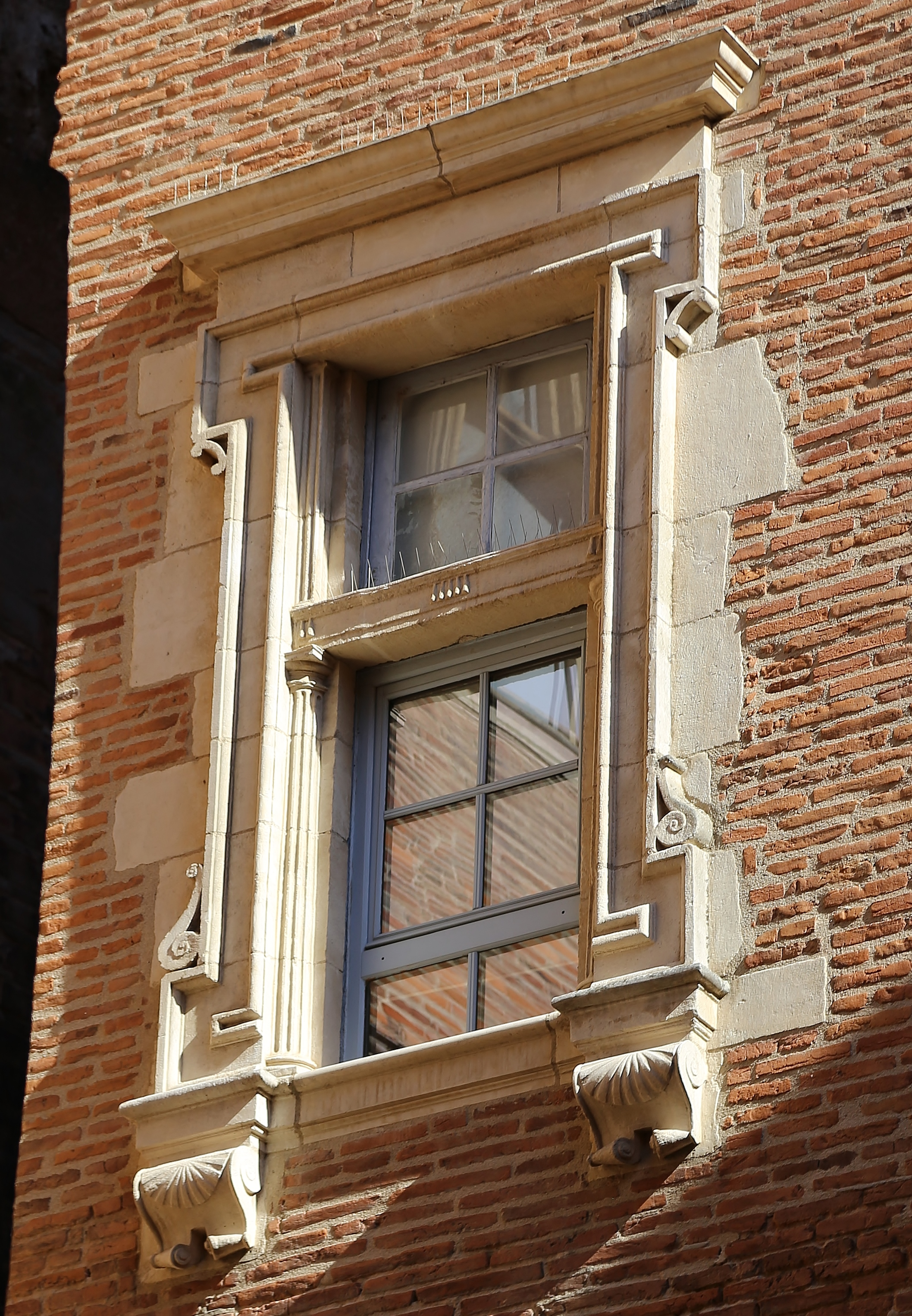
Hôtel de Mansencal (cour).
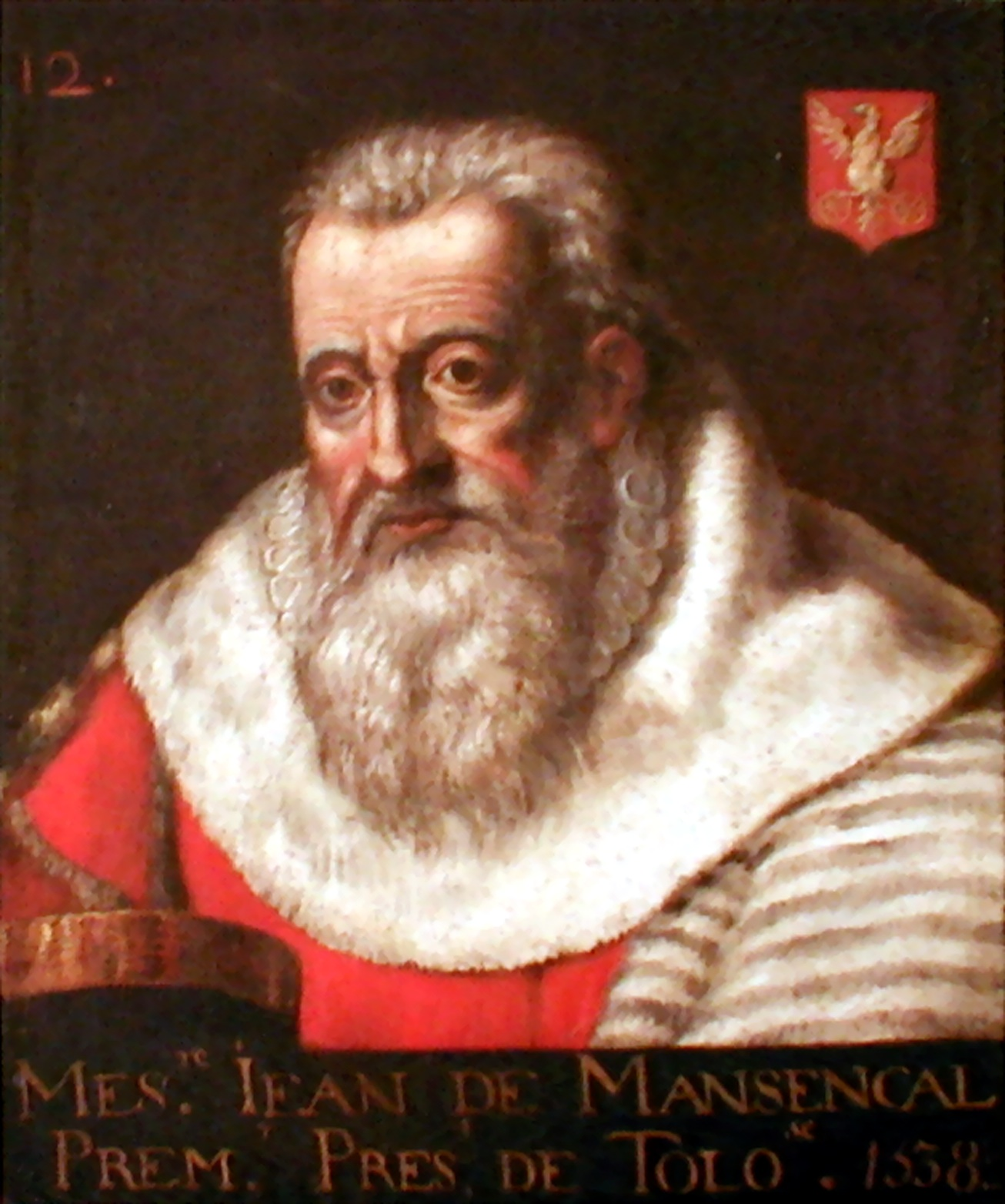
Portrait de Jean de Mansencal, premier président au Parlement.

#### L'hôtel de Felzins (ou de Molinier)
Adresse : 22 rue de la Dalbade. Classé MH sous le nom Hôtel Felzins 
Le parlementaire Gaspard Molinier fait bâtir son hôtel à partir de 1550. Conçu d'après un modèle du Livre extraordinaire de Serlio de 1551, le portail de 1556 témoigne de la rapidité avec laquelle les modèles prestigieux pouvaient être adaptés à Toulouse. Orné de termes d'après Marcantonio Raimondi, de harpies, mascarons, cuirs, vases et guirlandes d'abondance d'esprit bellifontain, il est enrichi de plusieurs dizaines de marbres de couleur soigneusement taillés et polis enchâssés dans la pierre à la manière de bijoux sertis. Leur abondance, variété et qualité témoignent du rôle joué alors par Toulouse dans l'approvisionnement de plusieurs chantiers royaux. Dominique Bertin en effet, nommé « conducteur de marbre pour le roy », co-auteur d'une édition toulousaine de Vitruve et qui fréquente les grands architectes royaux (Lescot, le Primatice, De l'Orme), fait rouvrir dans les Pyrénées des carrières romaines et commence des envois vers Paris dès 1553, afin d'approvisionner en marbres de couleur de nombreux chantiers dont le Louvre. Ces marbres de l'hôtel Molinier illustrent ainsi l'une des particularités de la Renaissance toulousaine tout autant que son rayonnement, ils ont en outre la double qualité de renvoyer aux fastes de la Rome impériale et de s'accorder au goût le plus rare et le plus luxueux du souverain.
Dans ce qui était autrefois un jardin (désormais une cour) se trouve une tourelle en encorbellement ornée d'un décor savant (1552). Des putti magnifiquement sculptés jouent avec une guirlande végétale, symbole d'abondance et de fertilité. Trois siècles plus tard, cette tourelle servira de référence aux frères Virebent pour l'hôtel du 5 rue Baronie et pour le cul-de-lampe d'une chaire à prêcher de la cathédrale de Toulouse.

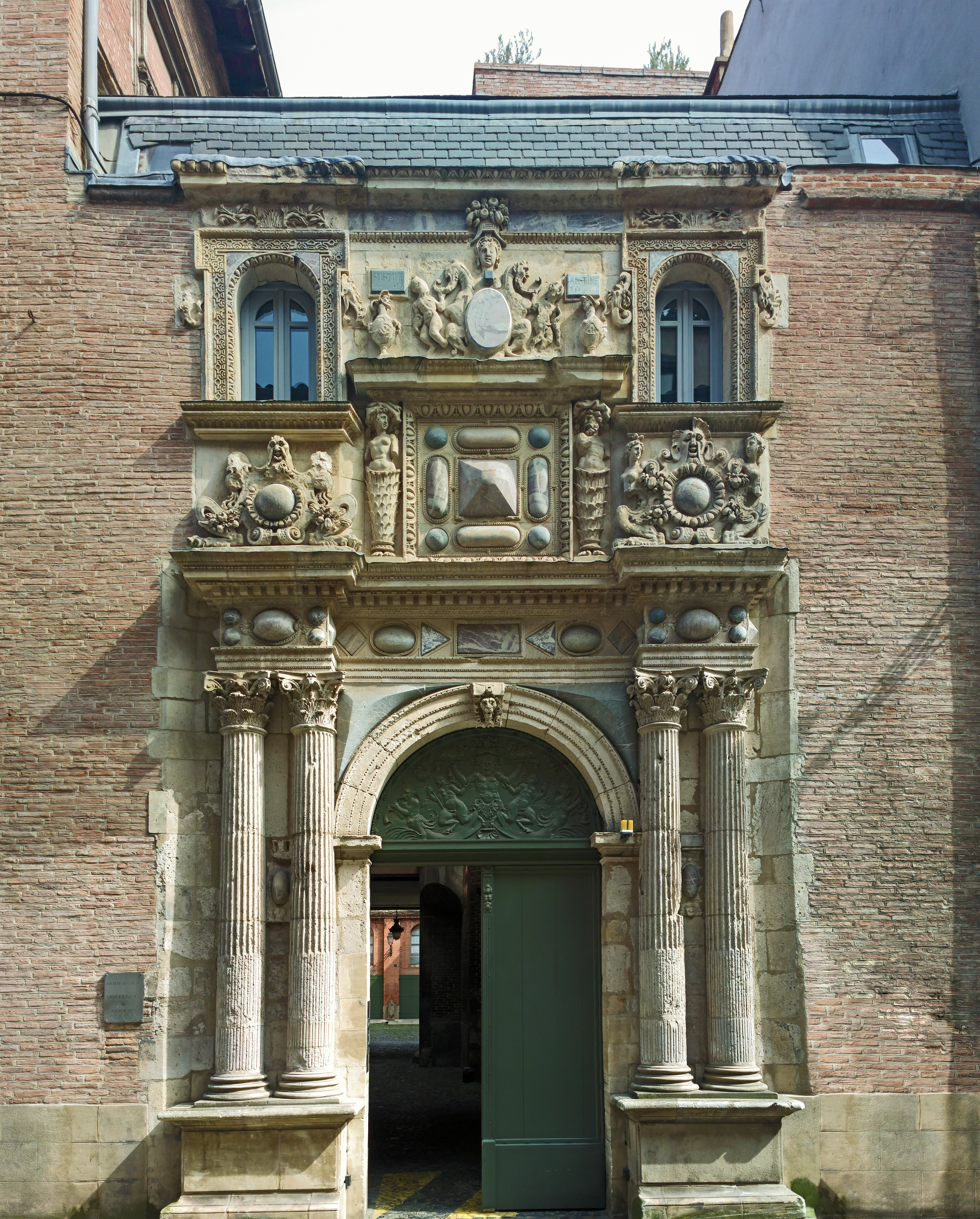
Portail rue de la Dalbade.
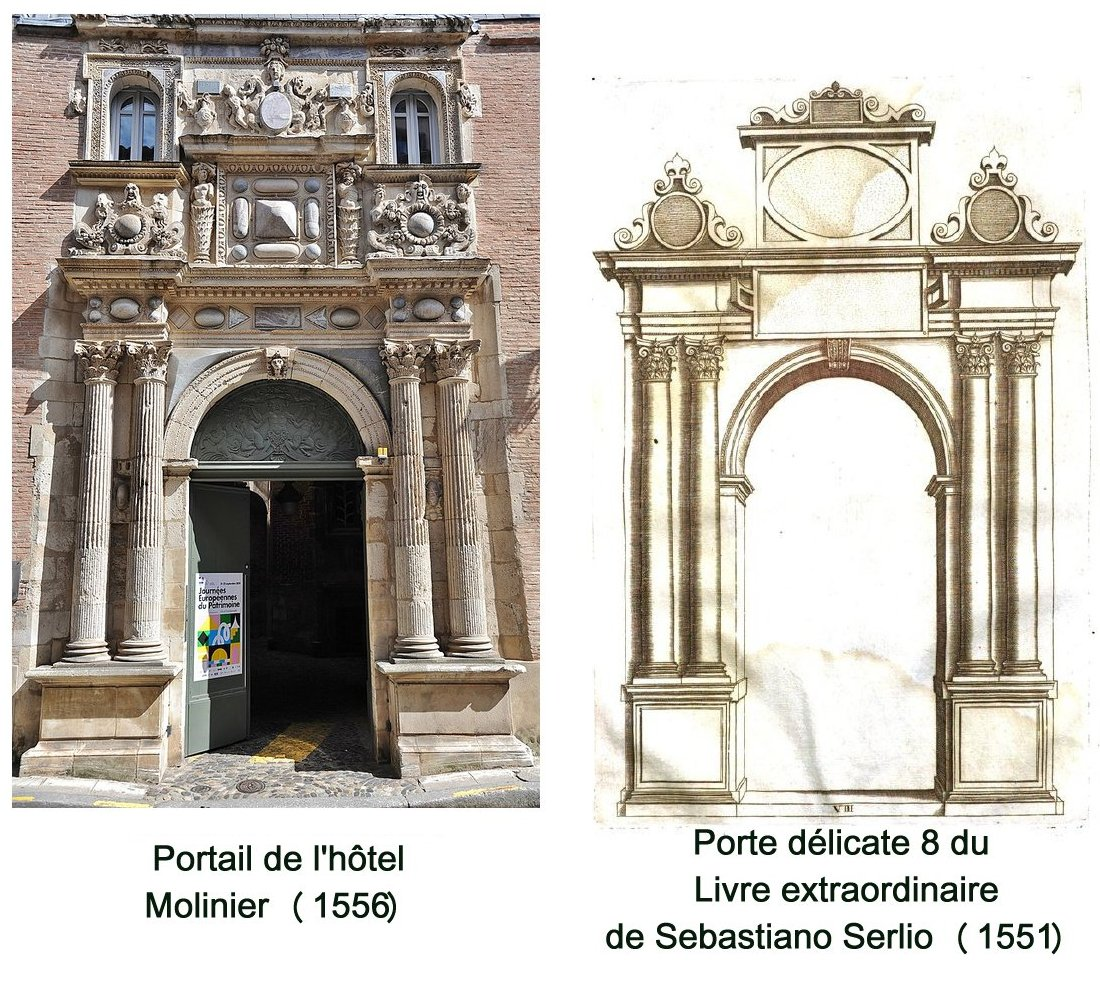
Montage montrant l'influence d'une gravure de Serlio.
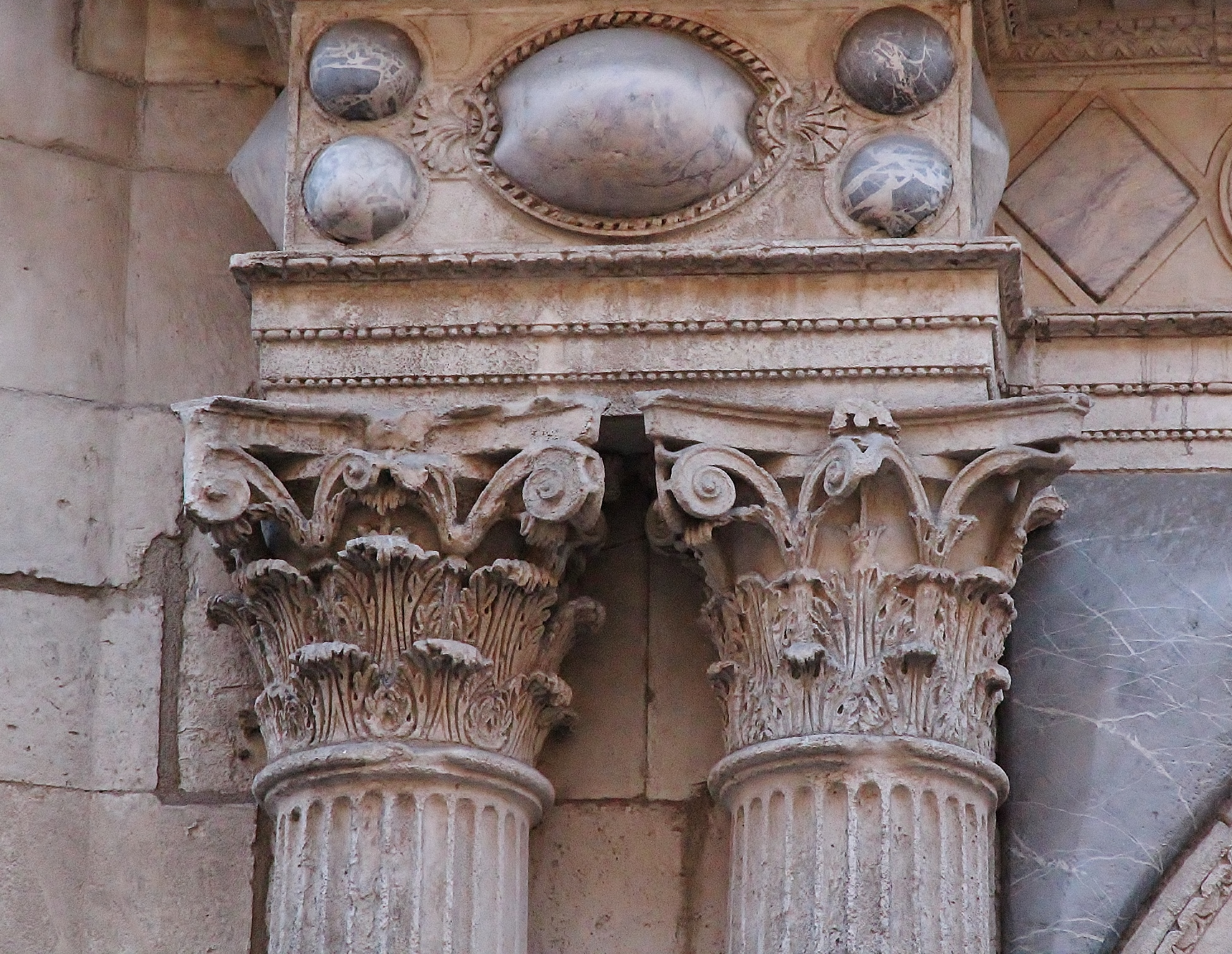
Chapiteaux corinthiens.
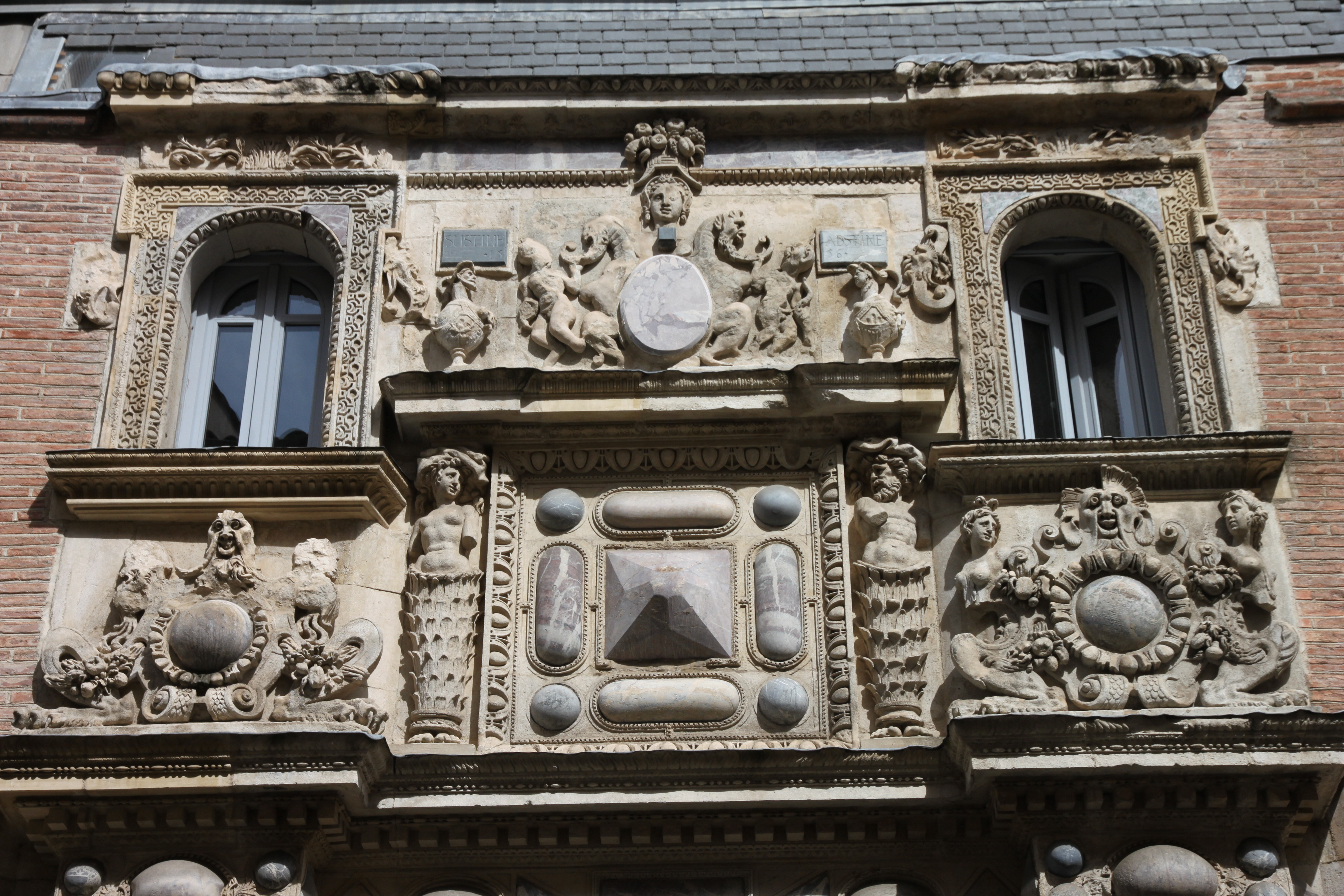
Sculptures et marbres.
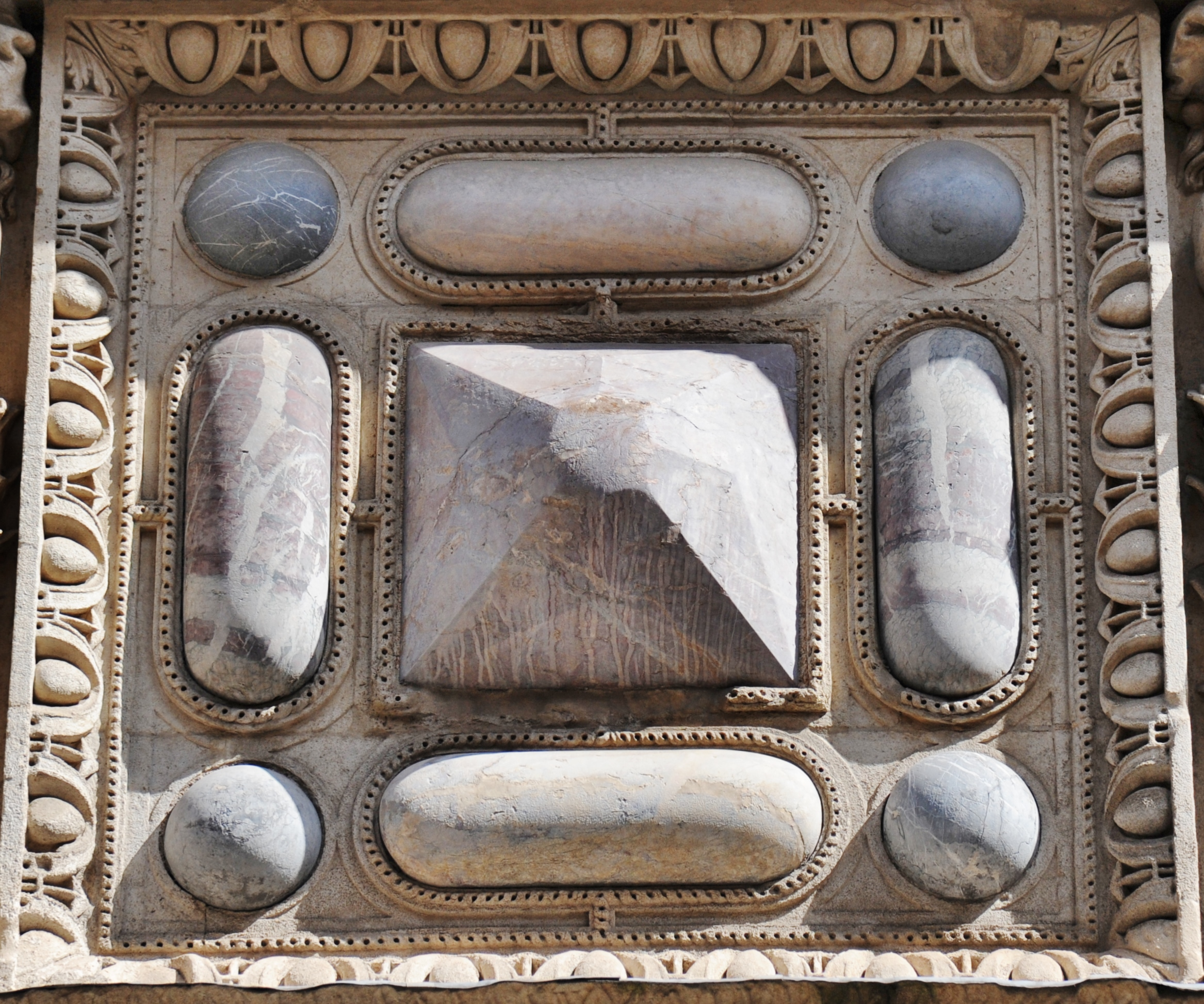
Marbres des Pyrénées.
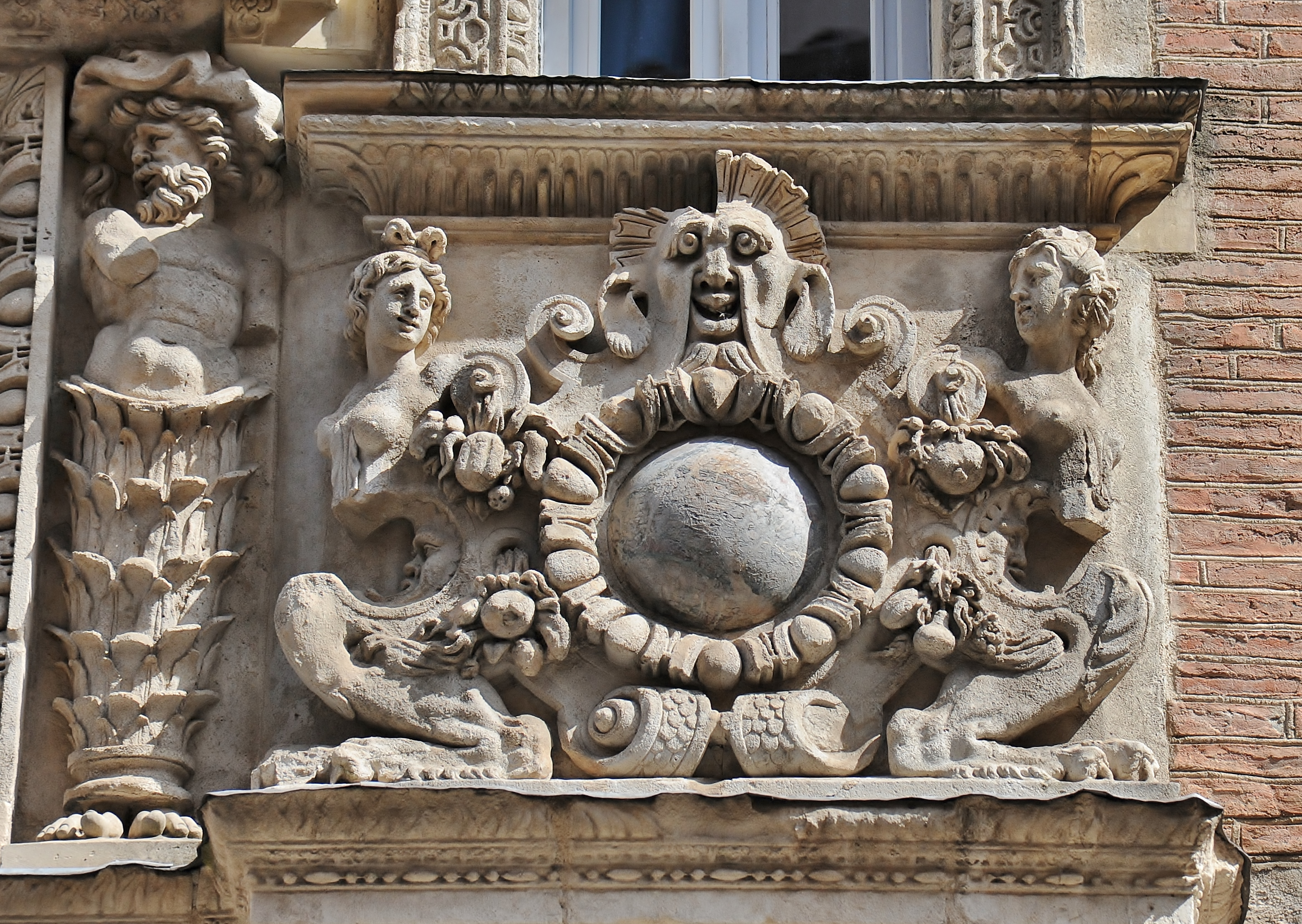
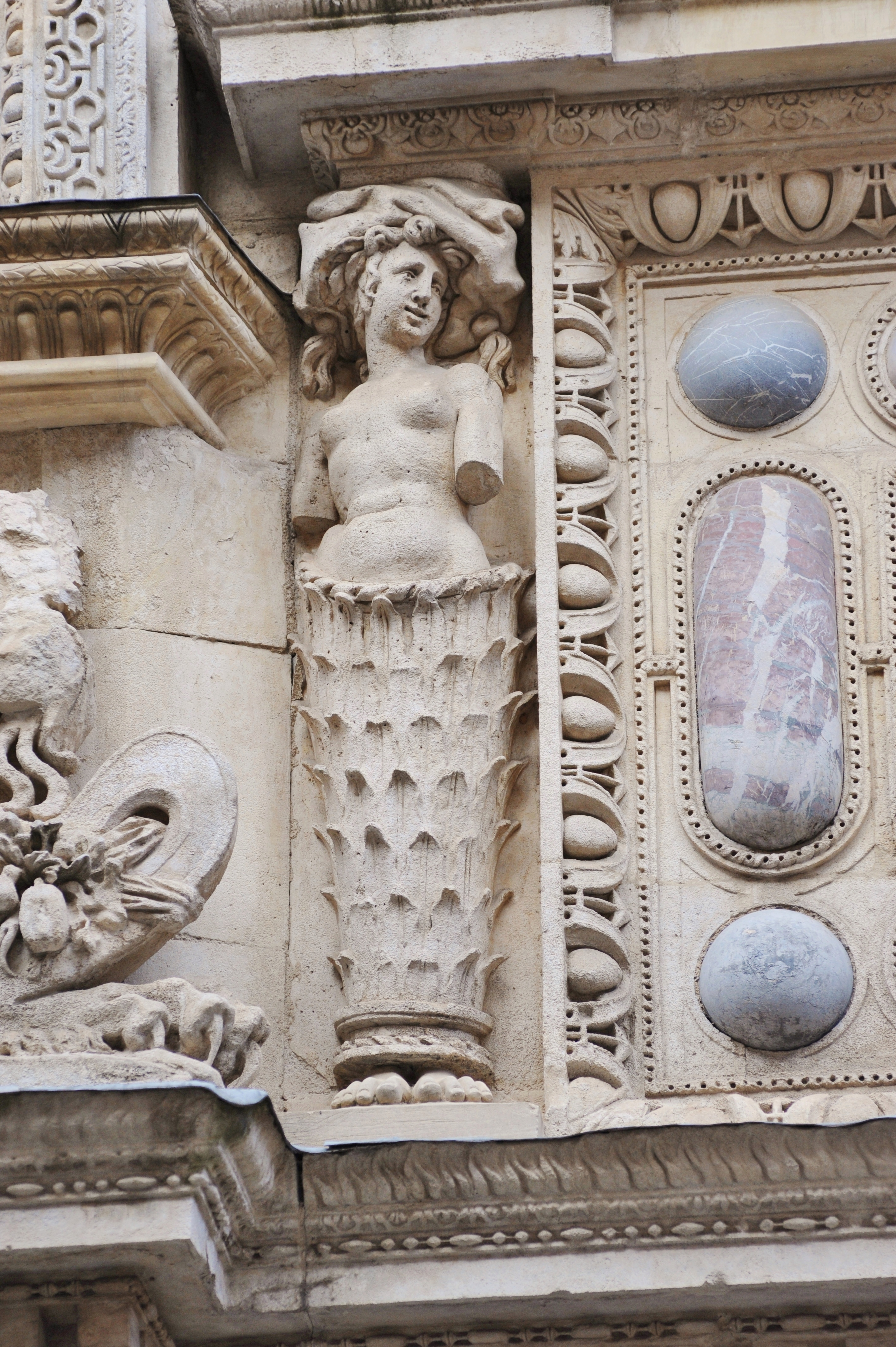
Terme engainé.
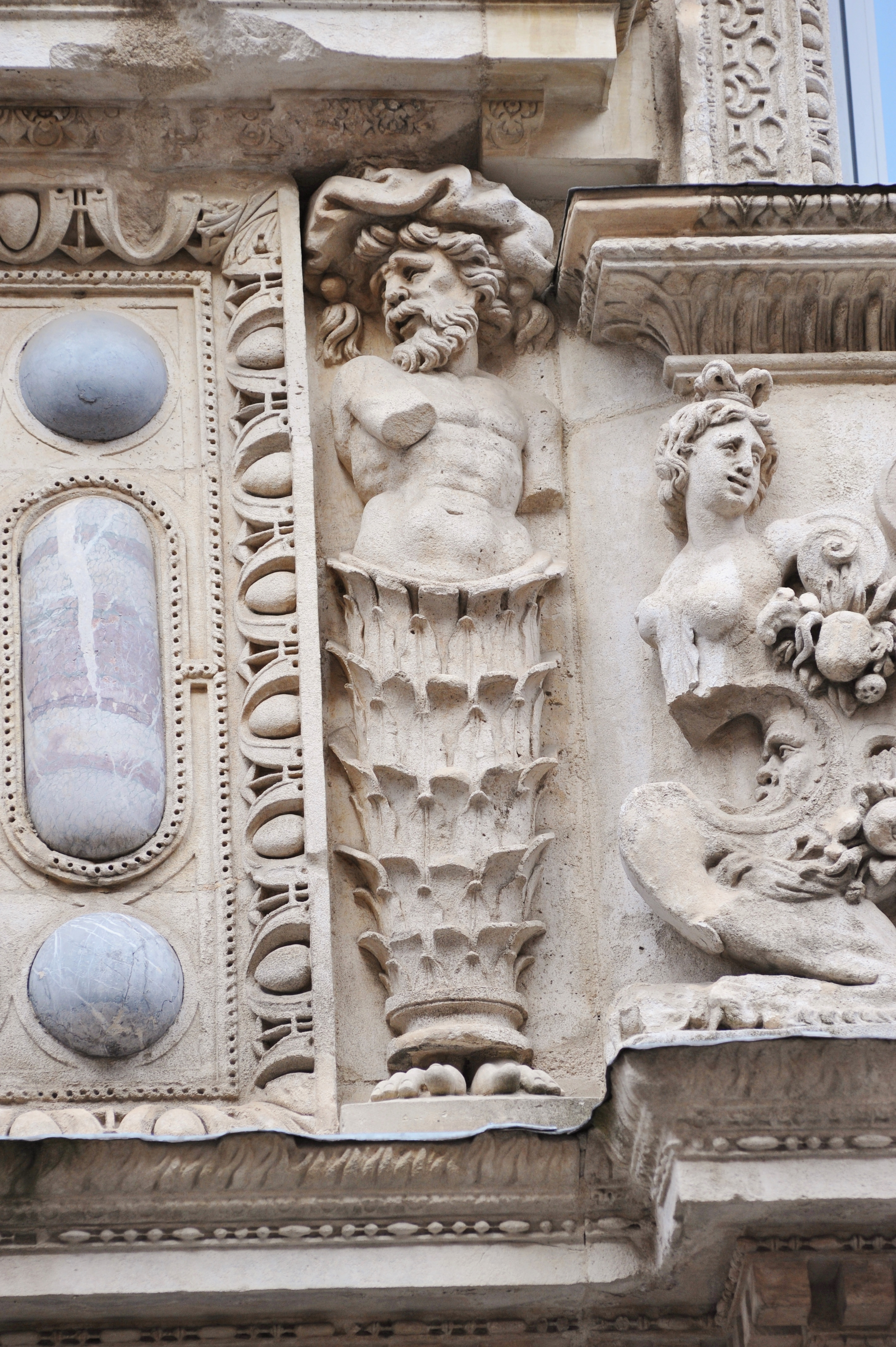
Terme engainé.
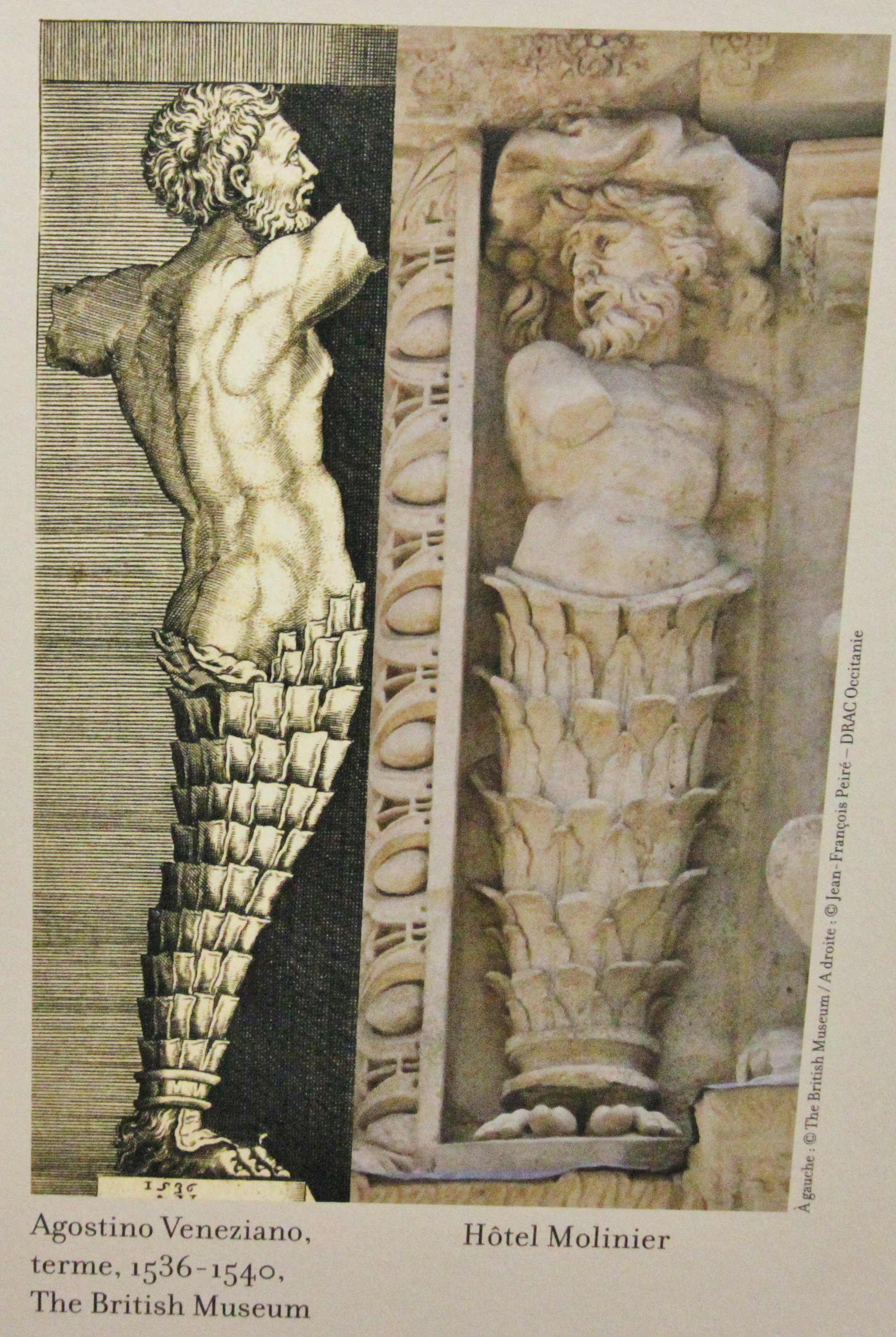
Cette gravure de Veneziano, élève de Raimondi, a inspiré les termes de l'hôtel Molinier.
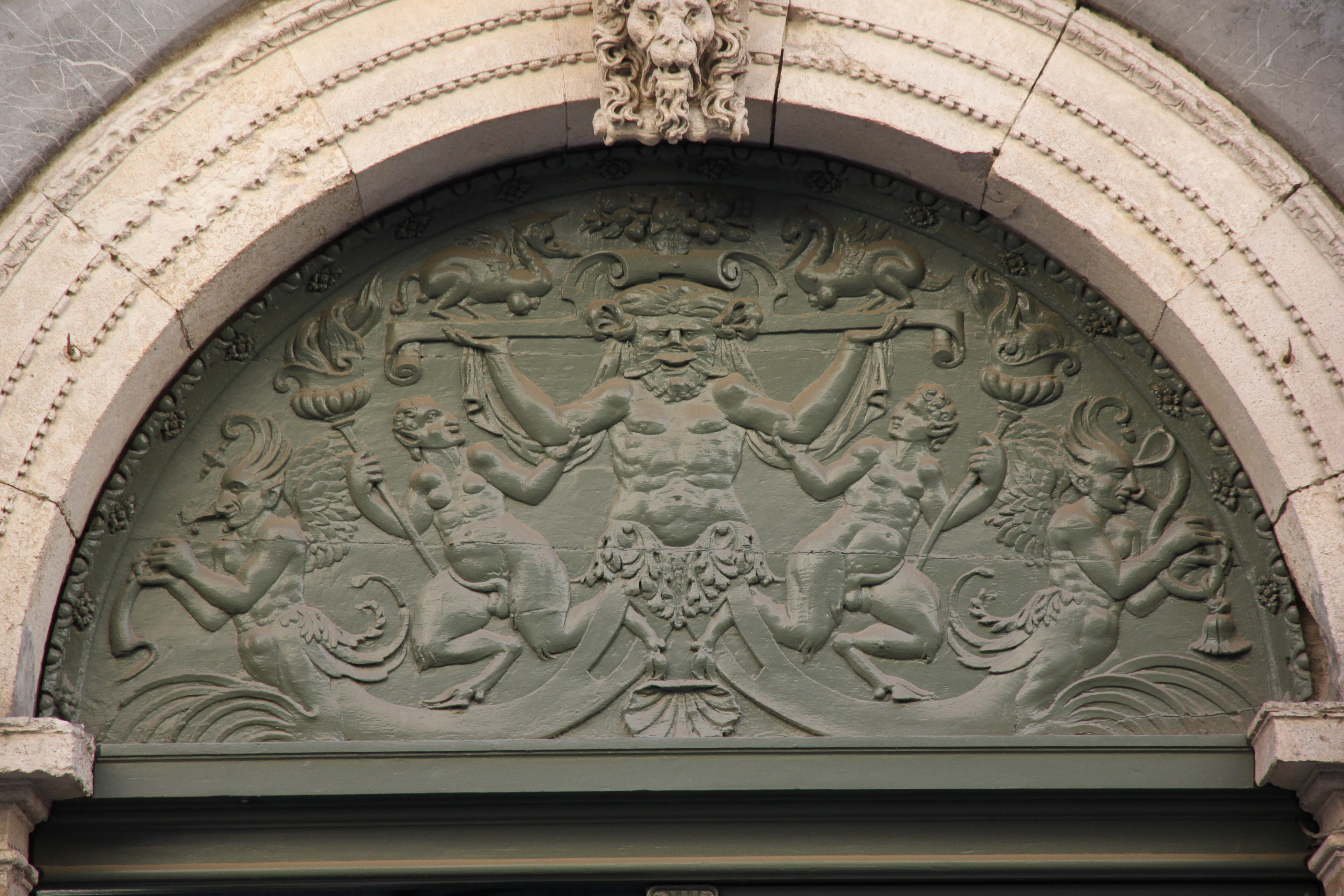
Tympan.
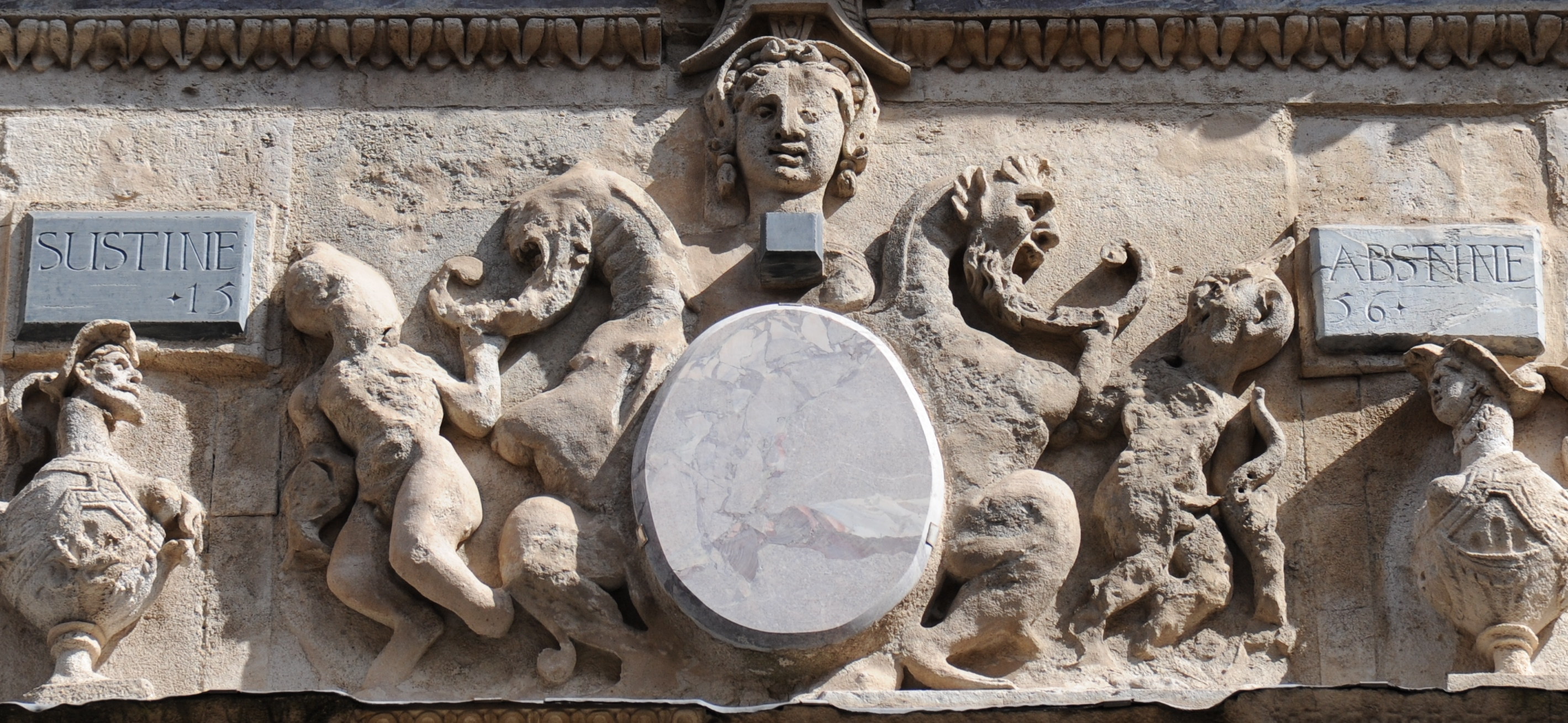
Devise : SUSTINE ABSTINE (« Supporte et abstiens-toi »).
Passage vers la cour.
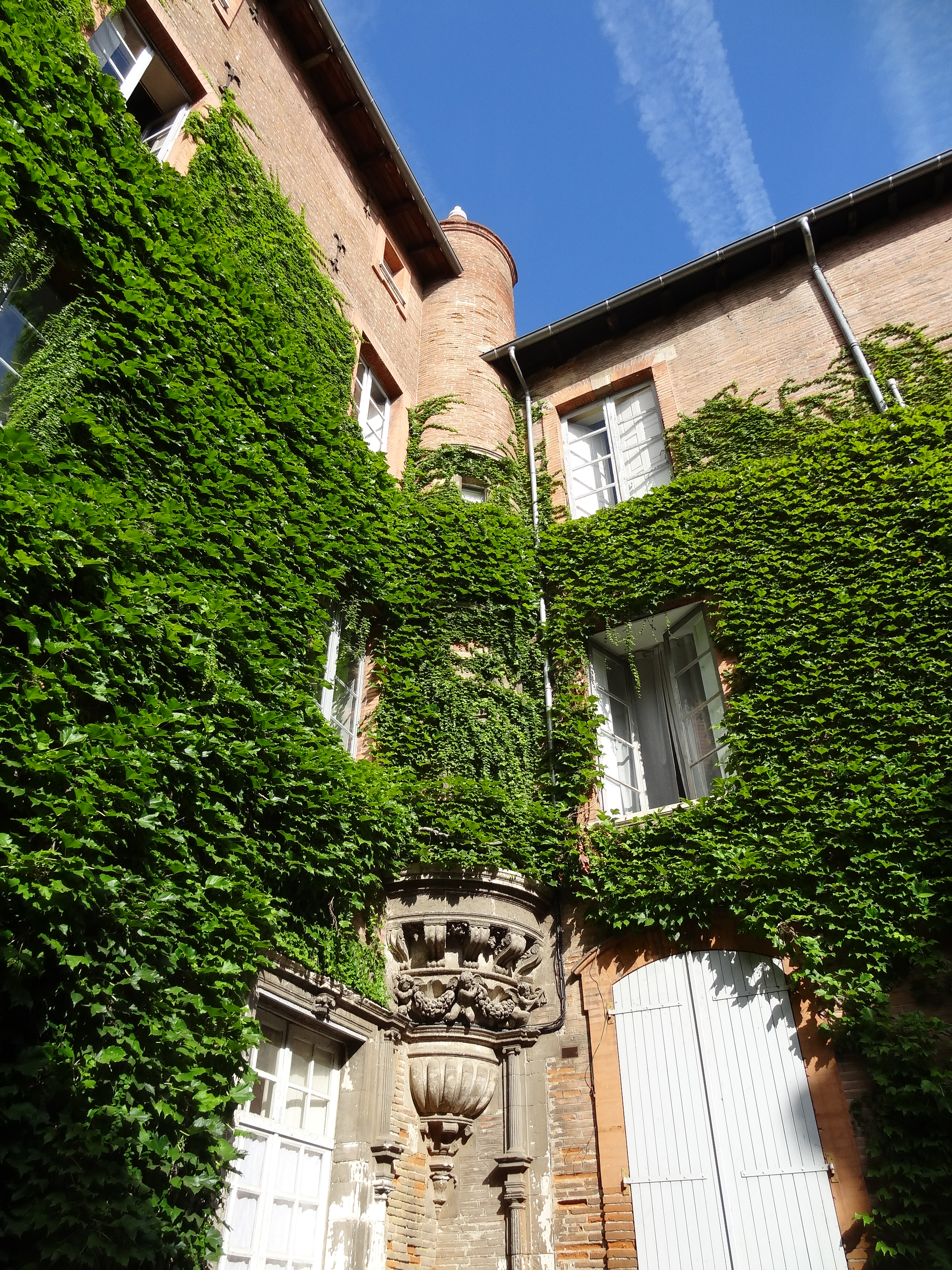
Tourelle dans la cour.
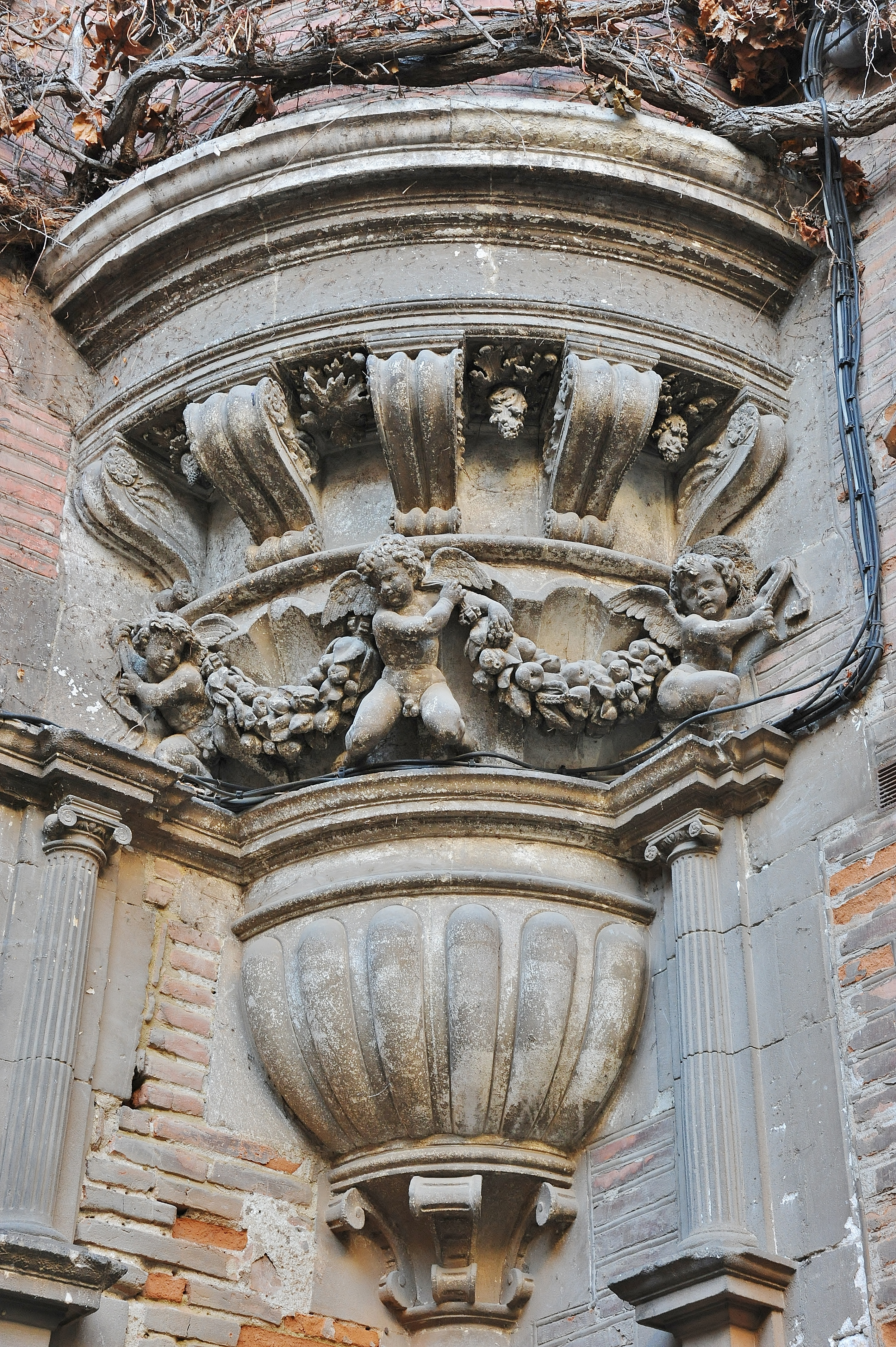
Cul-de-lampe de la tourelle dans la cour.
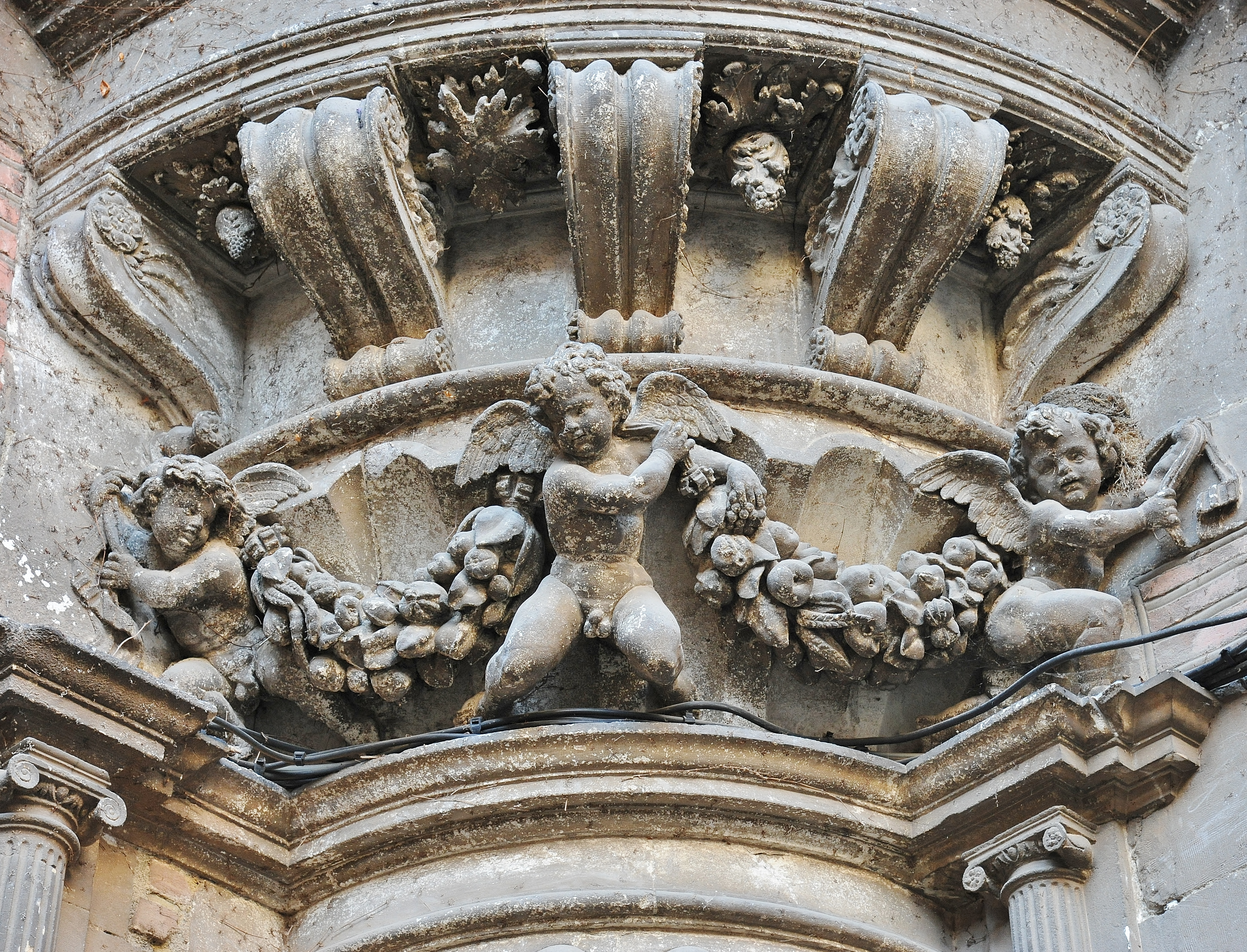
Putti et guirlande d'abondance.
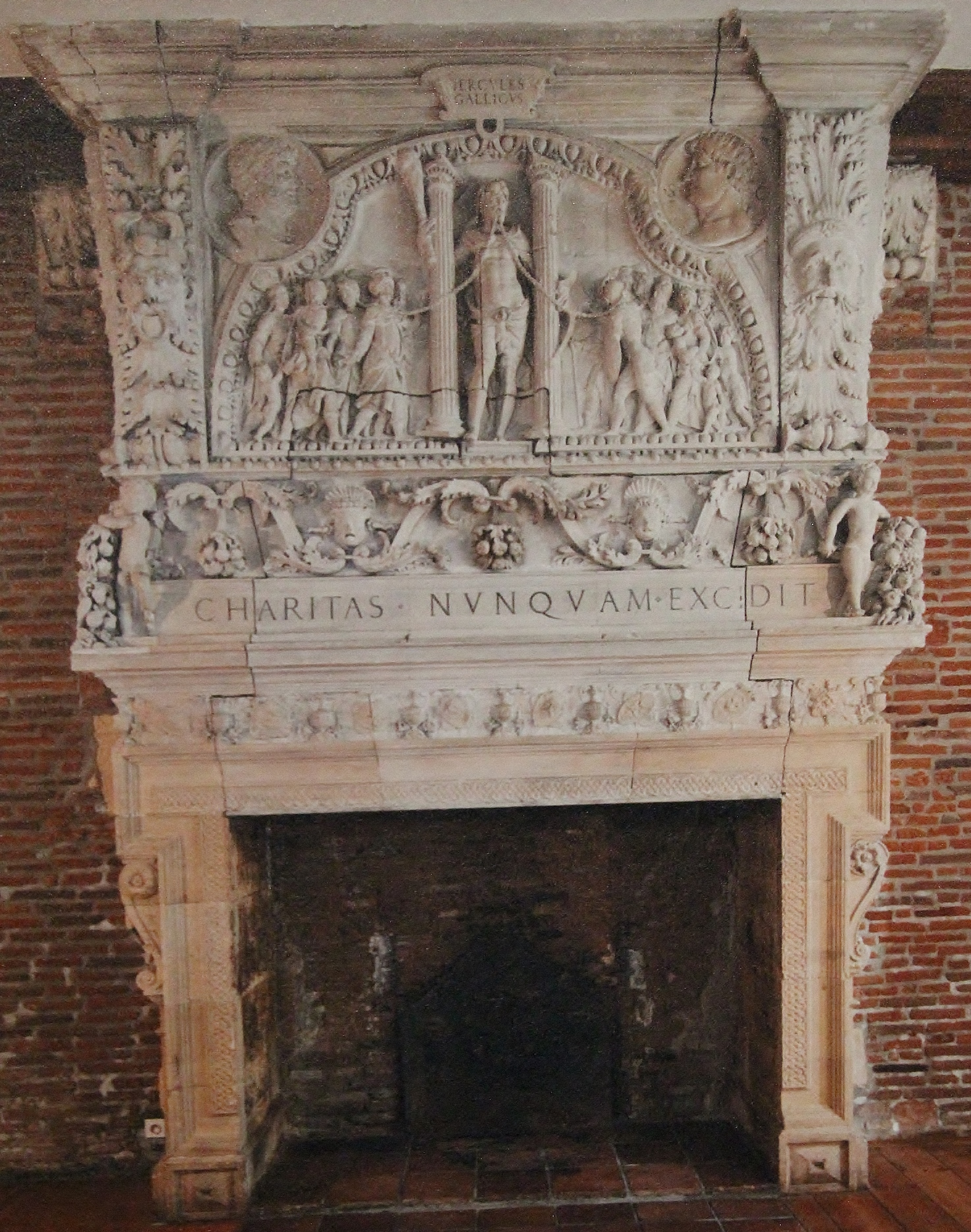
Cheminée représentant l'Hercule gaulois.
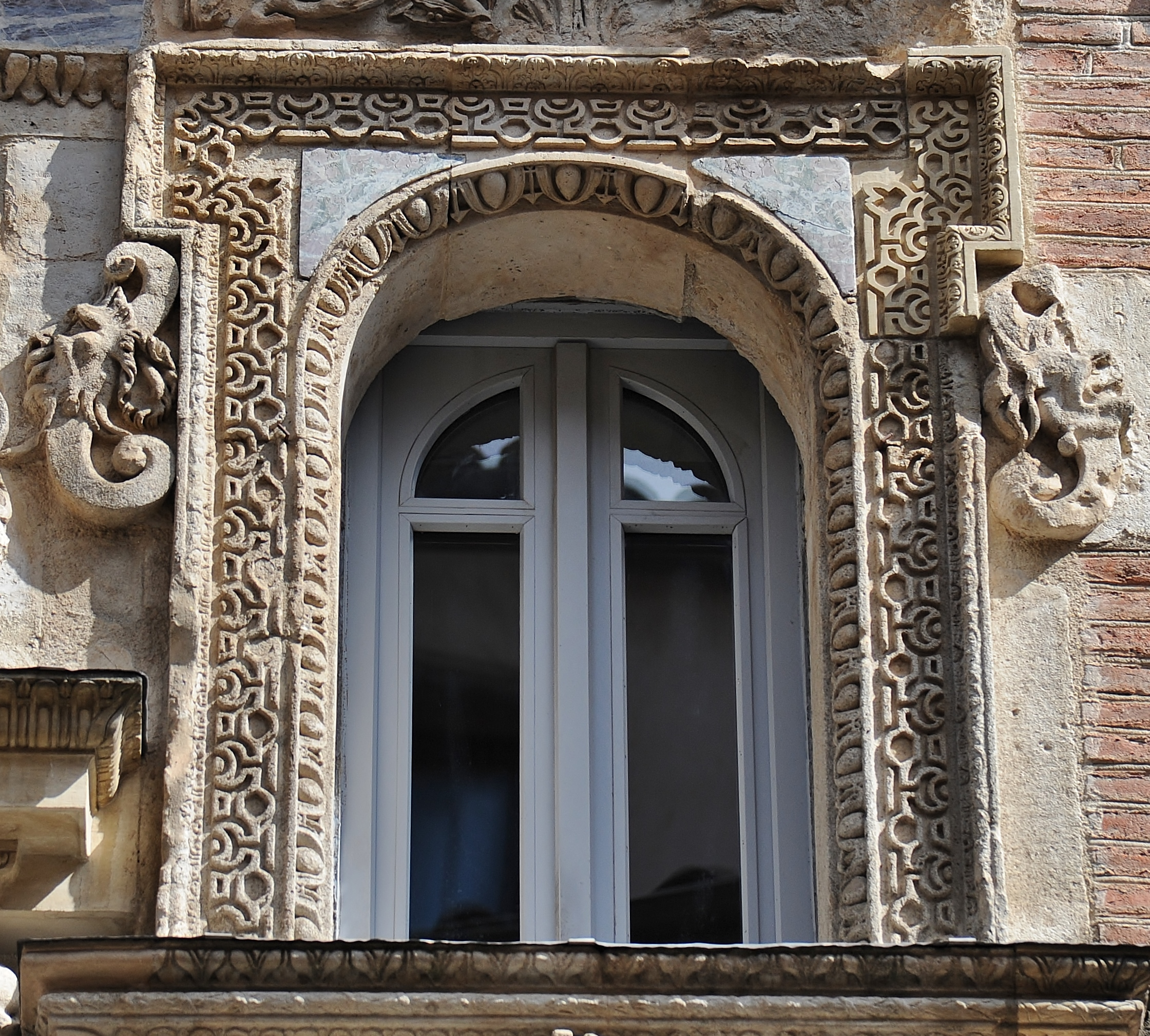
Fenêtre.
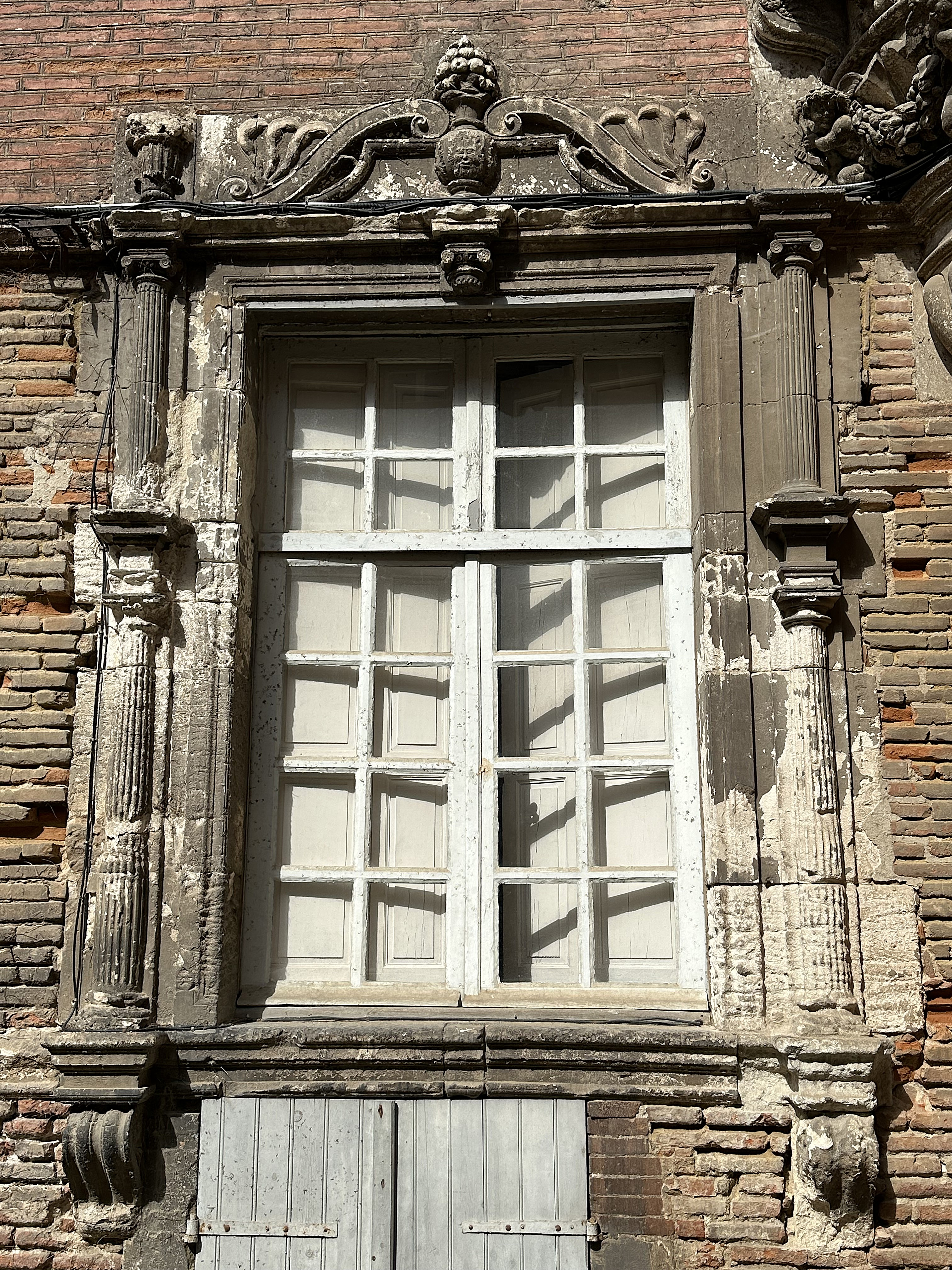
Fenêtre.
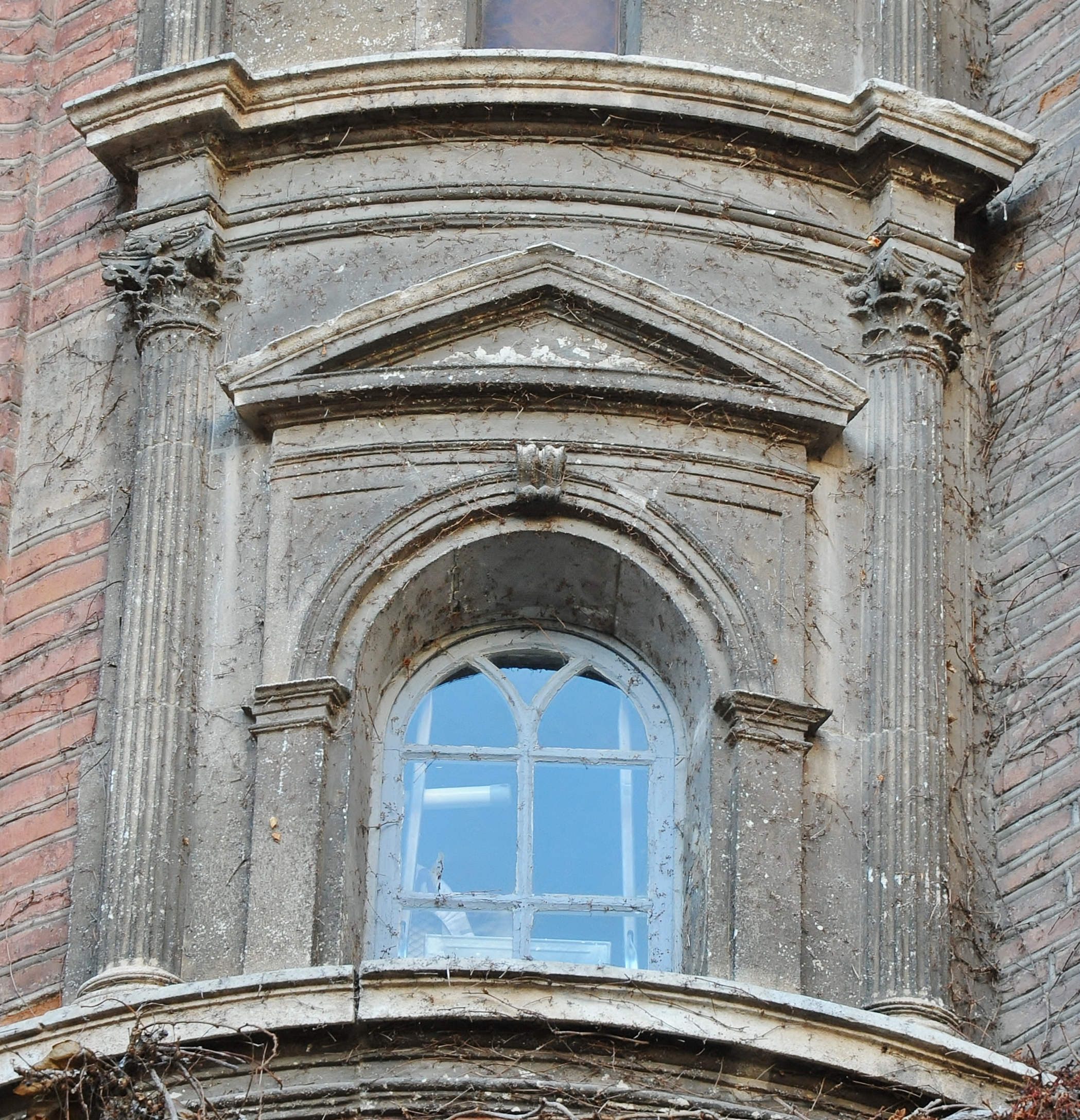
Fenêtre.

#### L'hôtel d'Assézat
Adresse : 7 place d'Assézat. Classé MH.
Venu du Rouergue, Pierre Assézat fait fortune dans le commerce du pastel dont il devient l'un des principaux négociants internationaux. Son hôtel se distingue par ses dimensions et son décor exceptionnels mais aussi par son très bon état de conservation, ce qui lui vaut d'être cité dans toutes les synthèses consacrées à la Renaissance française.
Assézat charge le maçon Jean Castagné et l'architecte Nicolas Bachelier de réaliser la première campagne de travaux en 1555-1557, qui permet d'édifier le corps principal en L de l'hôtel ainsi que le pavillon d'escalier dans l'angle. L'ordonnance des façades, scandées régulièrement sur leurs trois niveaux par des colonnes jumelées doriques, ioniques puis corinthiennes, s'inspire des grands modèles antiques comme le Colisée mais aussi des traités de l'architecte royal Serlio.
La construction est interrompue à la mort de Castagnié et de Bachelier, puis reprise en 1560 sous la direction de Dominique Bachelier, fils de Nicolas. Il entreprend la réalisation de la loggia et de la coursière, qui ferment la cour, et du portail sur rue. Les nombreux jeux polychromes brique-pierre et certains ornements tels que les cabochons, pointes de diamant, masques, sont propres à l'esthétique de l'architecture maniériste.
Dominique Bachelier conçoit aussi le portail d'entrée monumental, l'arc de la porte est tiré du Livre extraordinaire de Serlio. La porte est encadrée de pilastres doriques décorés de pointes de diamant conférant à l'ensemble une dimension précieuse. En partie haute, les pilastres ioniques autour de la fenêtre à meneaux sont cannelés et délicatement ornés, l'ensemble évoque à la fois la puissance et une érudition délicate.
Dans la cour, la coursière repose sur de grandes consoles à volutes dont la face avant est ornée de masques grotesques tous différents. Sur les parties latérales, des gousses végétales, présentées parfois à tort comme des feuilles de pastel, naissent de l'enroulement de la volute. Ces consoles illustrent l'esthétique maniériste où se confondent les règnes minéral, végétal et animal. Ces motifs raffinés, mis en valeur par les jeux de polychromie et de relief qui composent la coursière, furent très appréciés des contemporains et imités sur d'autres chantiers comme à l'hôtel de Massas (aujourd'hui appelé d'Aldéguier) et au château de Laréole.

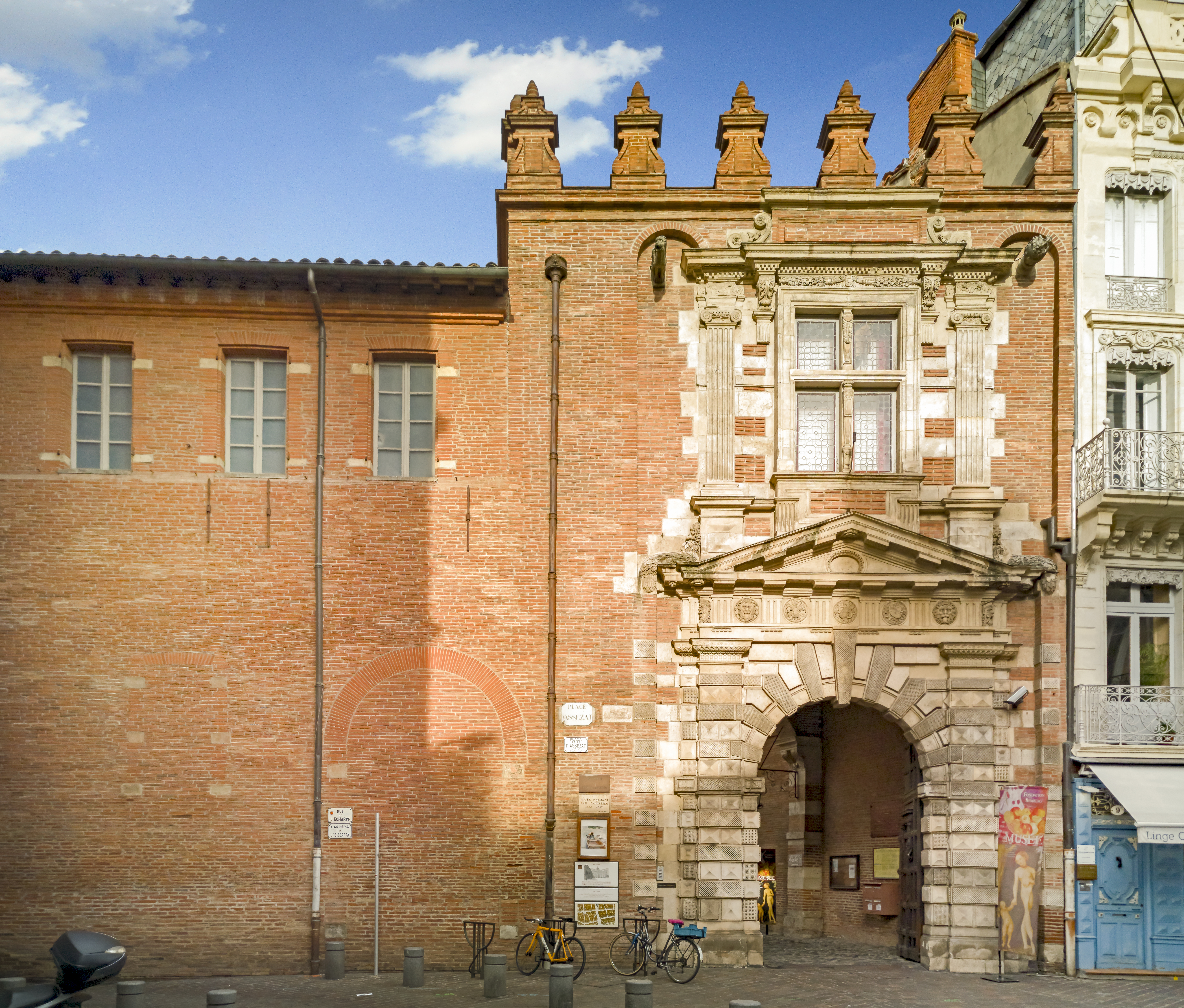
Assézat : façade sur rue.
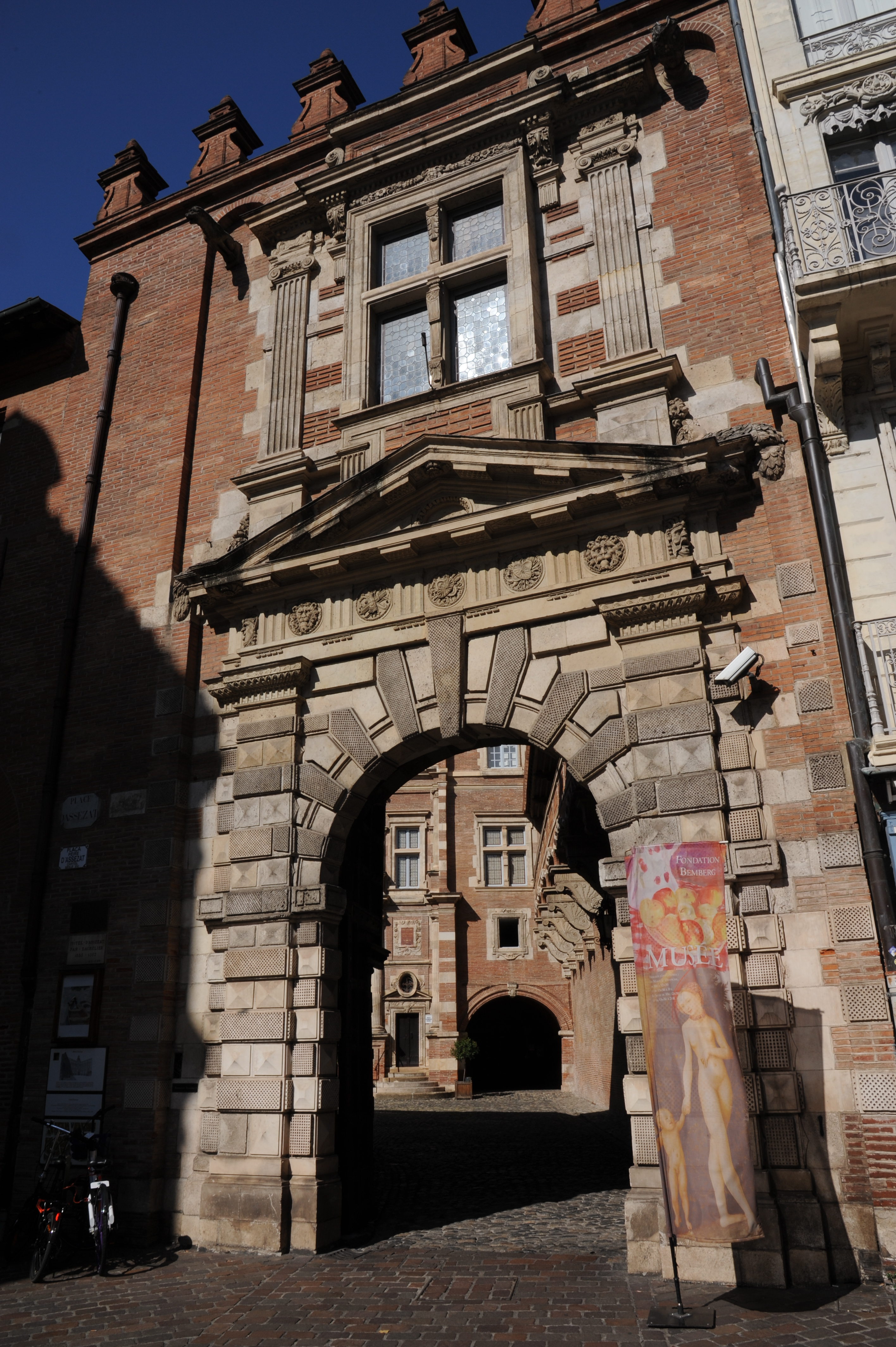
Assézat : pavillon d'entrée.
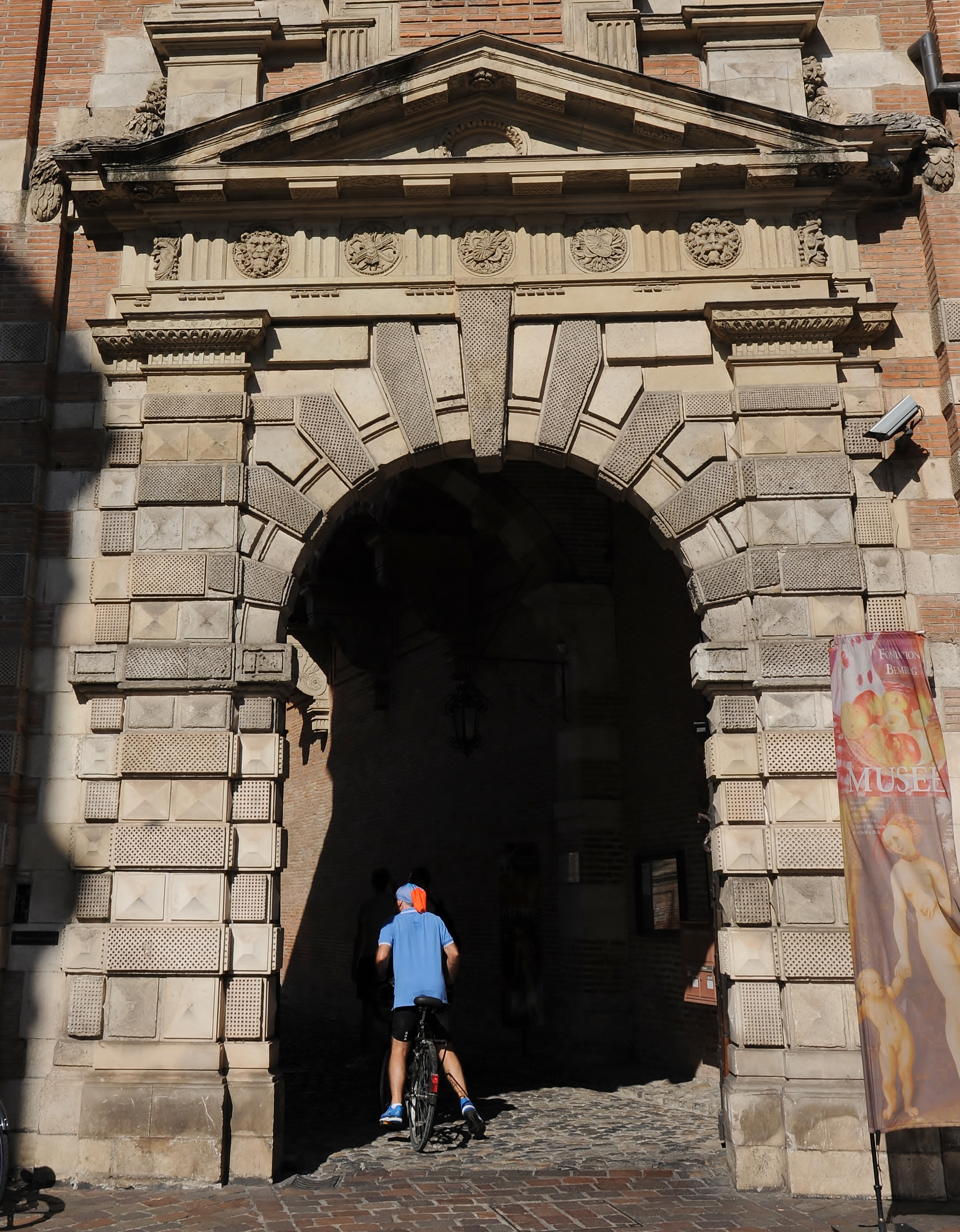
Assézat : portail d'entrée.
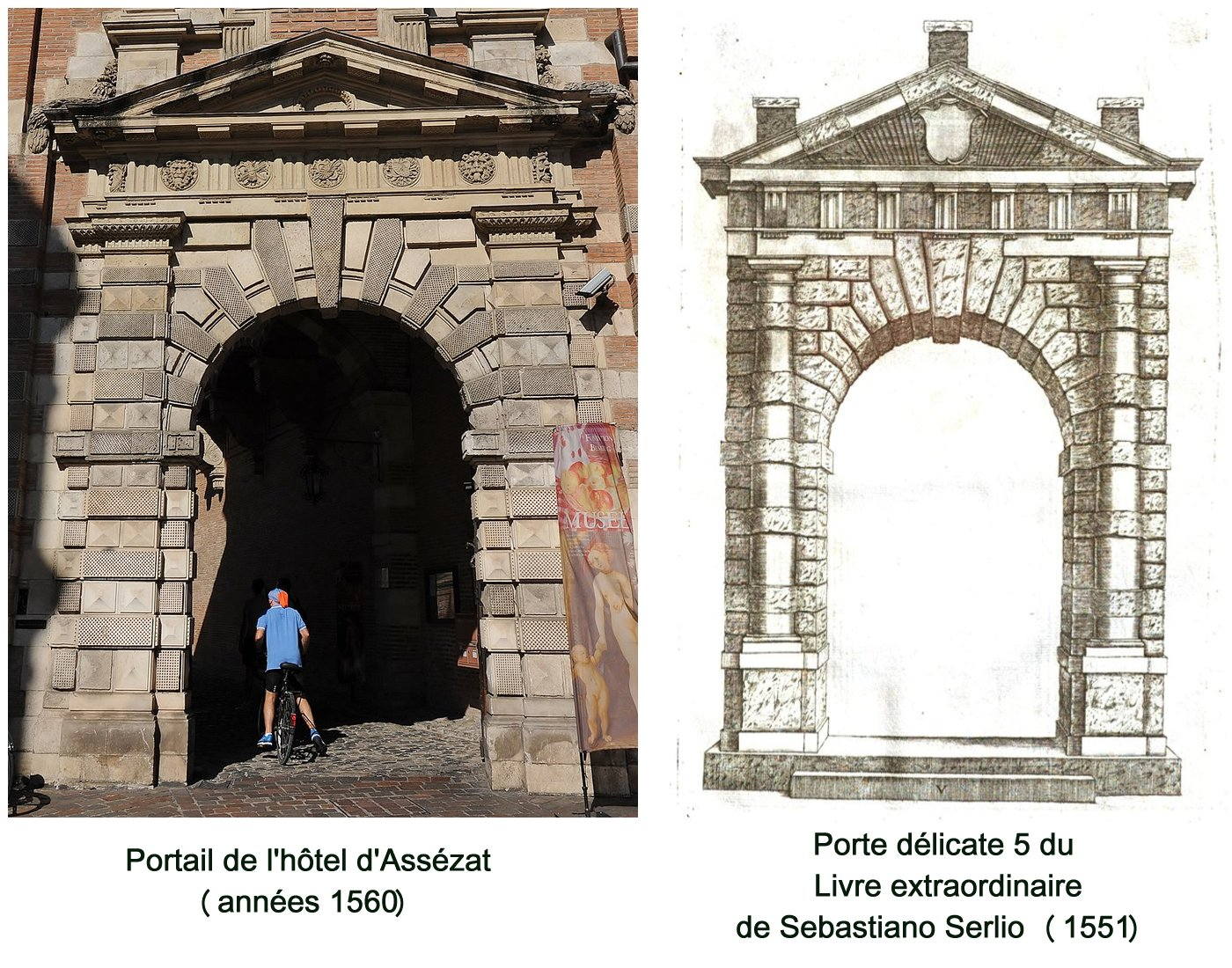
Assézat : influence d'une gravure de Serlio sur le portail.
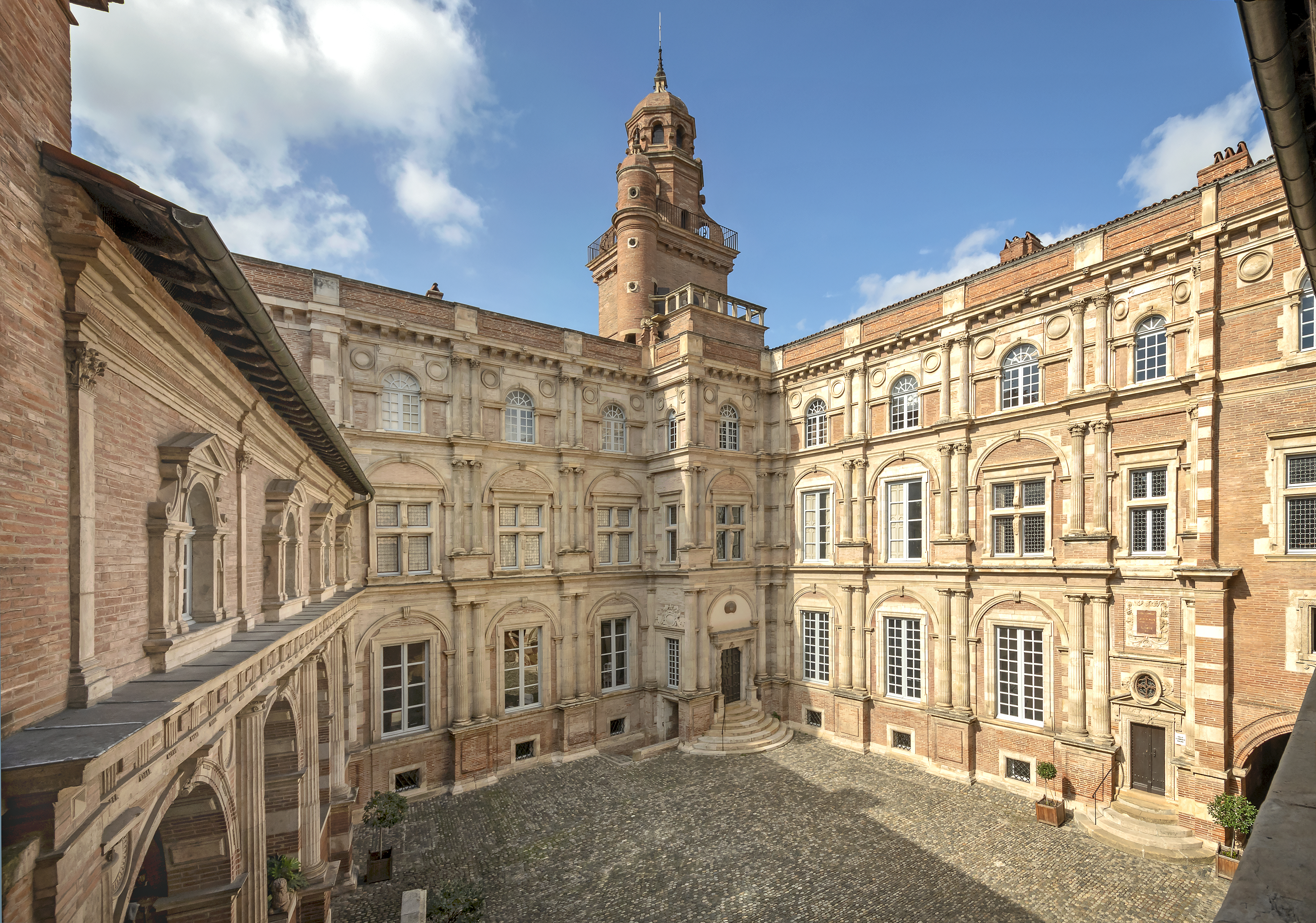
Assézat : cour d'honneur.
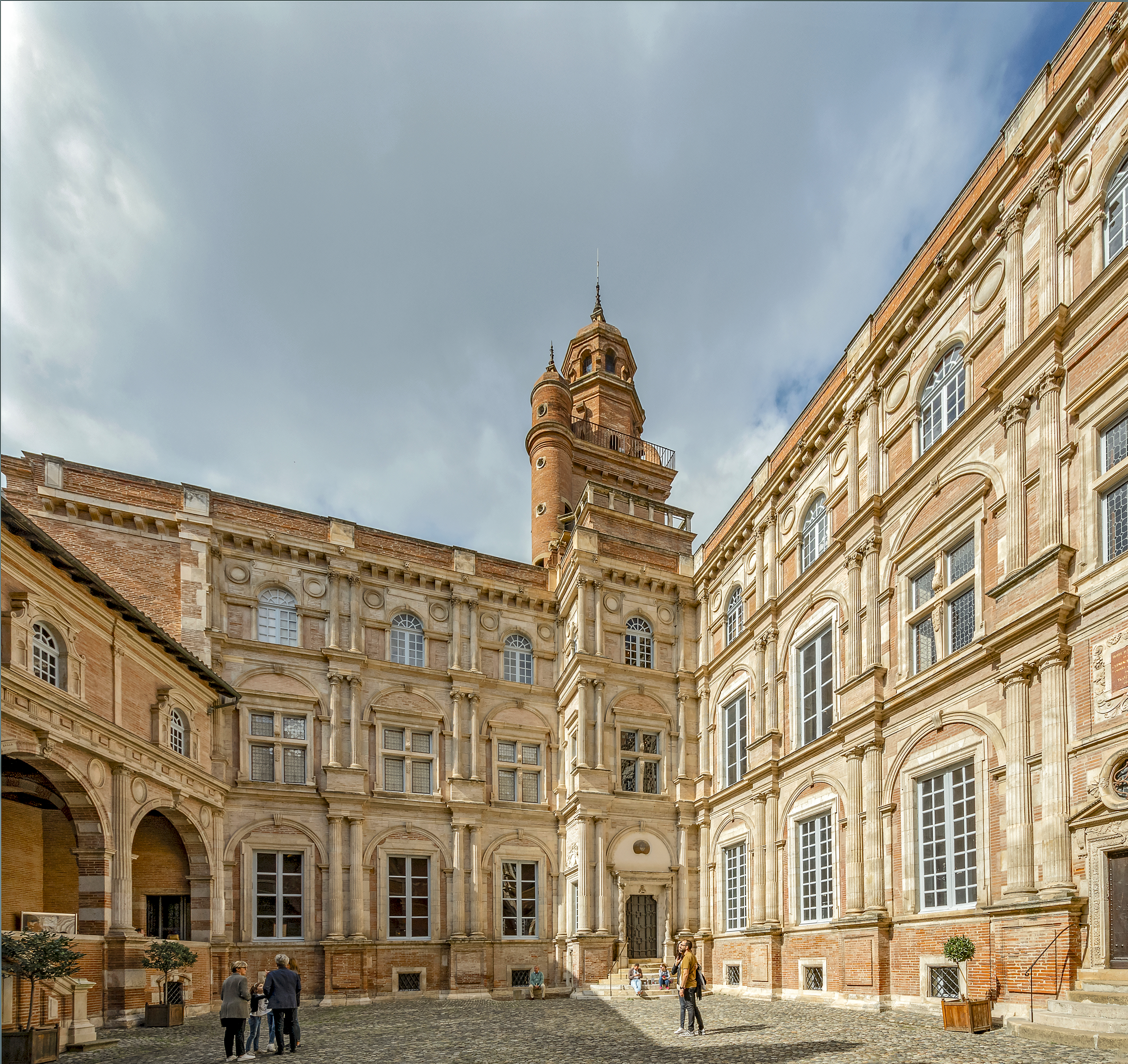
Assézat : la cour et les façades classiques.
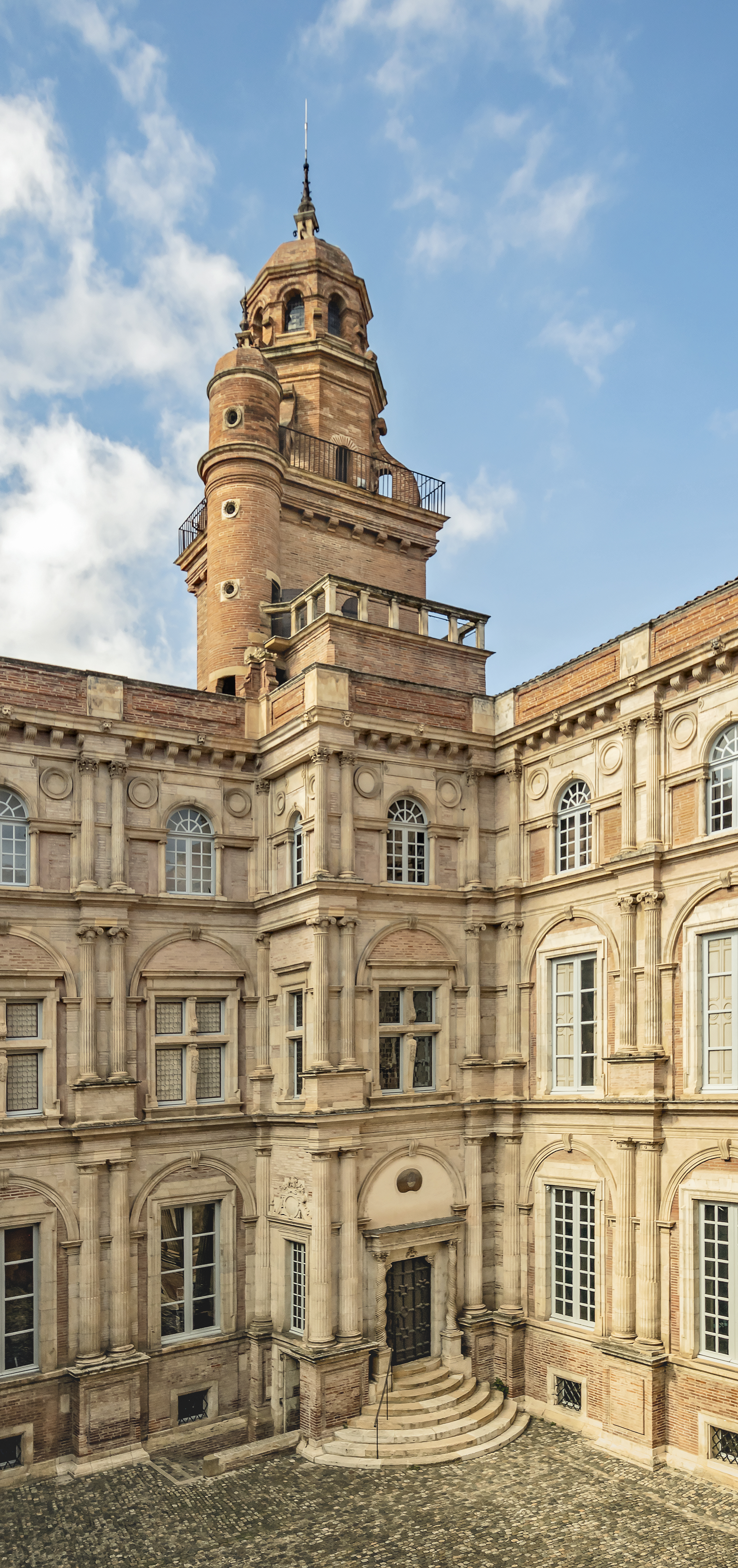
Assézat : la tour d'escalier.
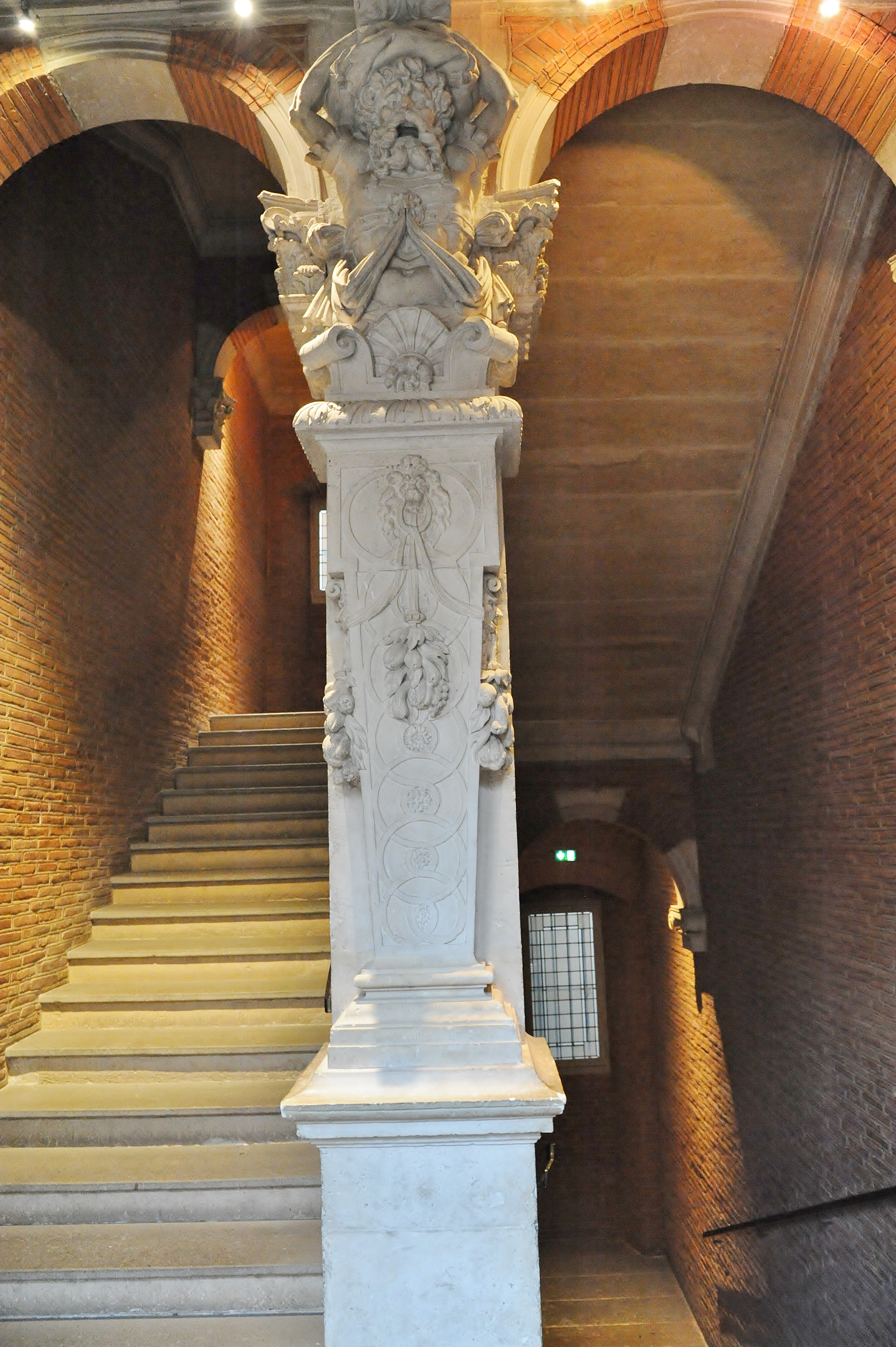
Assézat : escalier d'honneur.
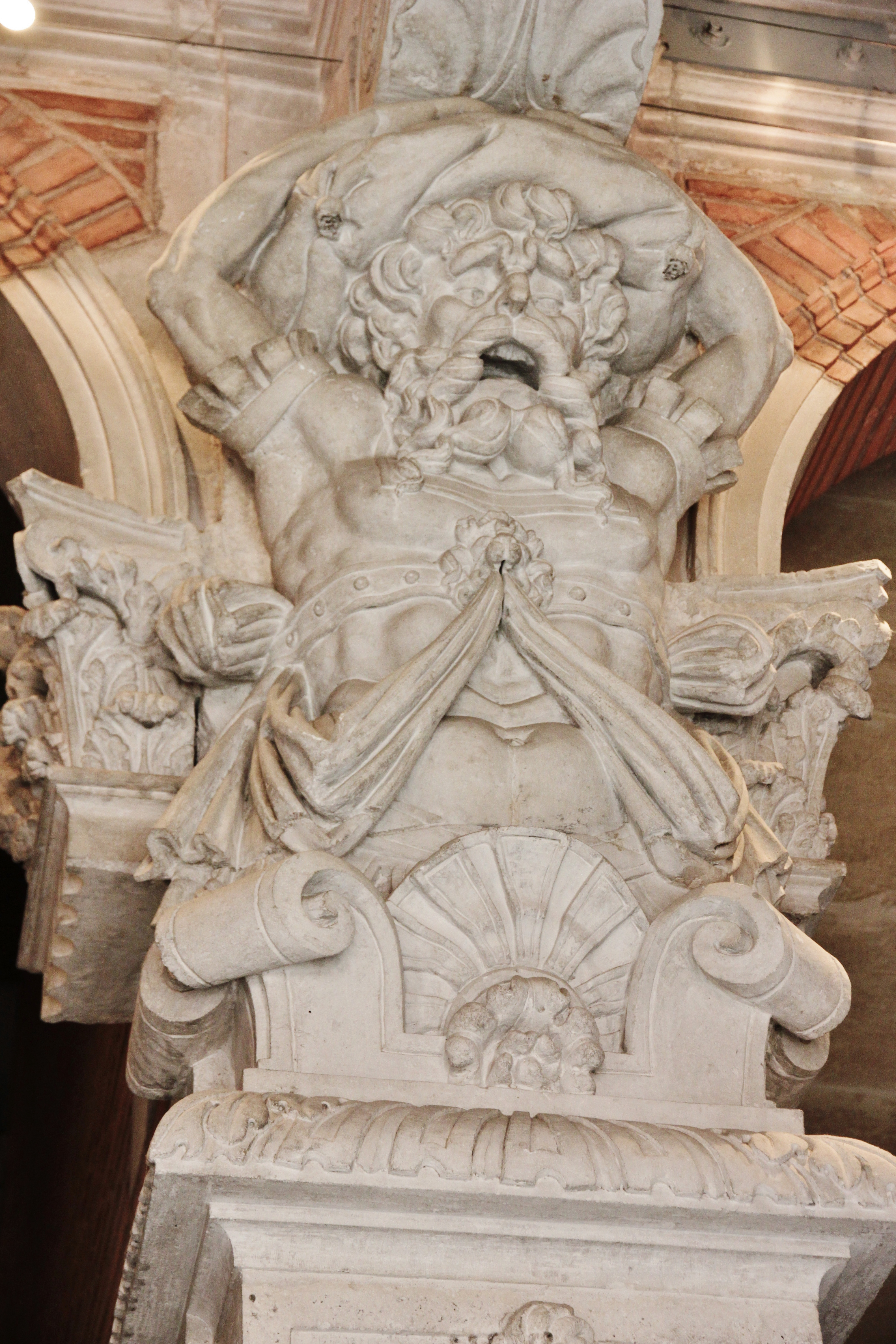
Assézat : terme (escalier).
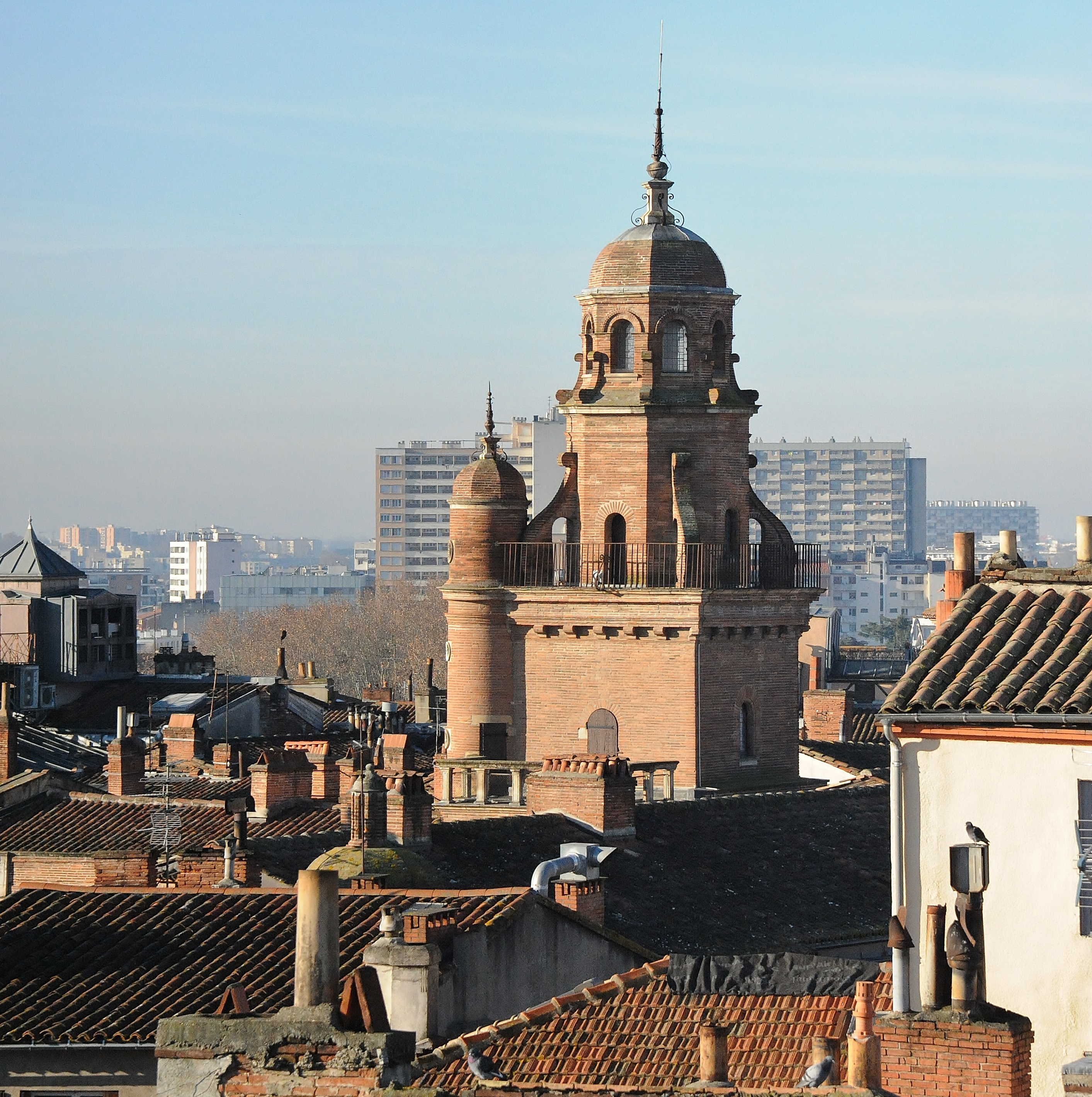
Assézat : sommet de la tour.
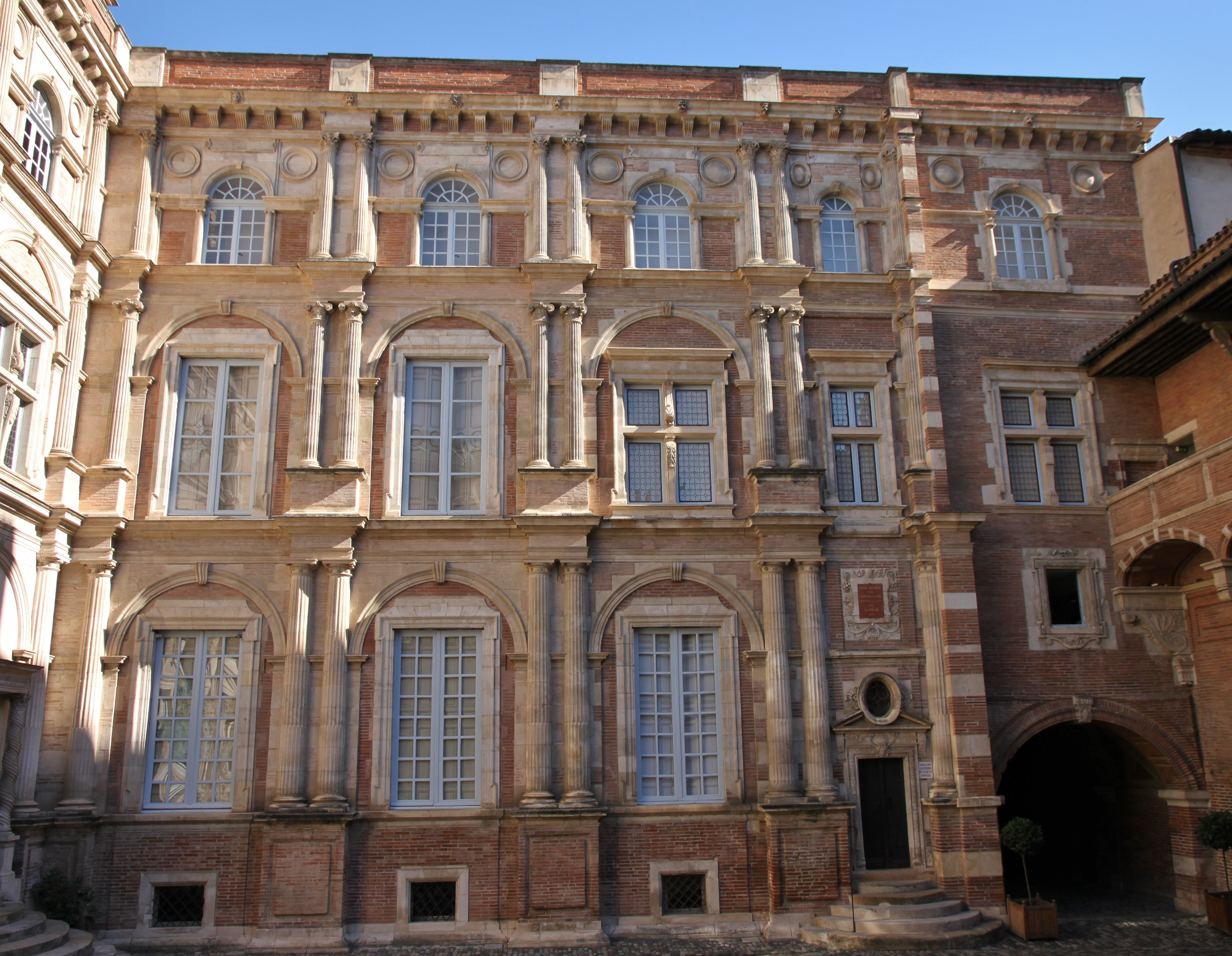
Assézat : façade classique.
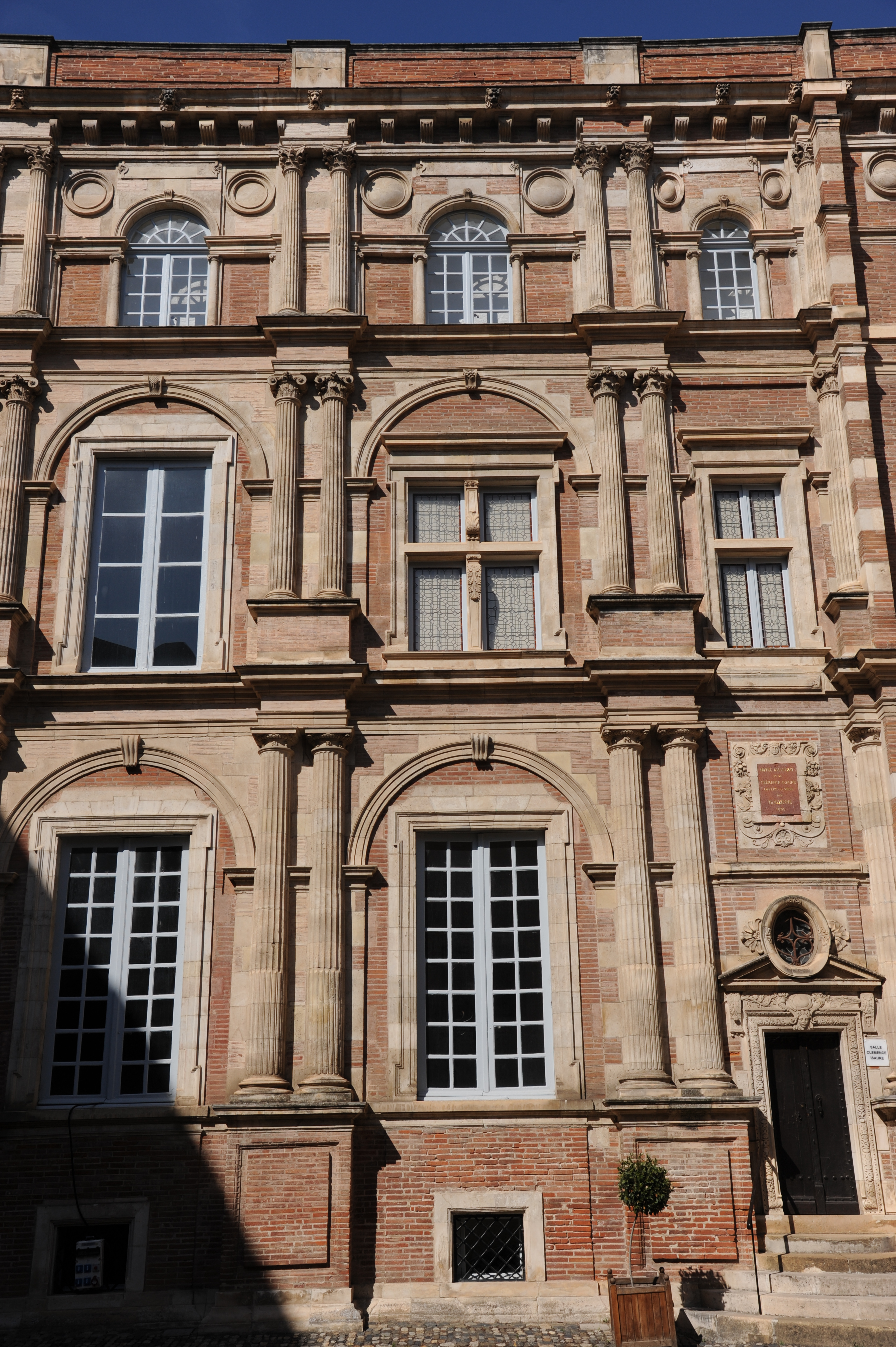
Assézat : travées avec élévation des ordres d'architecture.
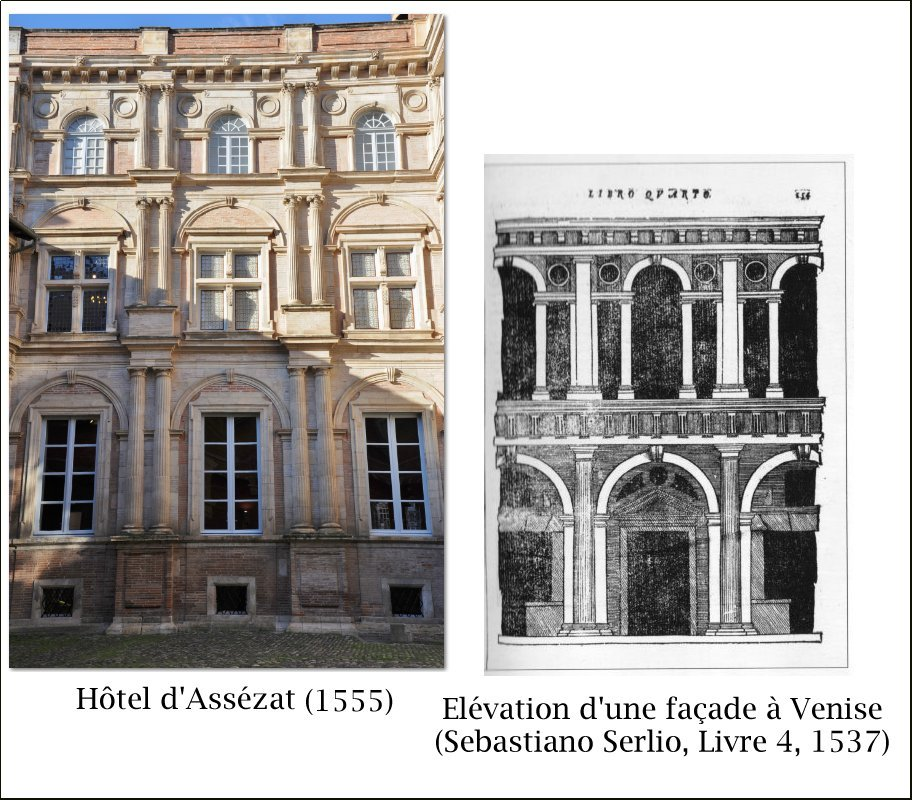
Assézat : montage mettant en évidence l'influence d'une gravure de Serlio.
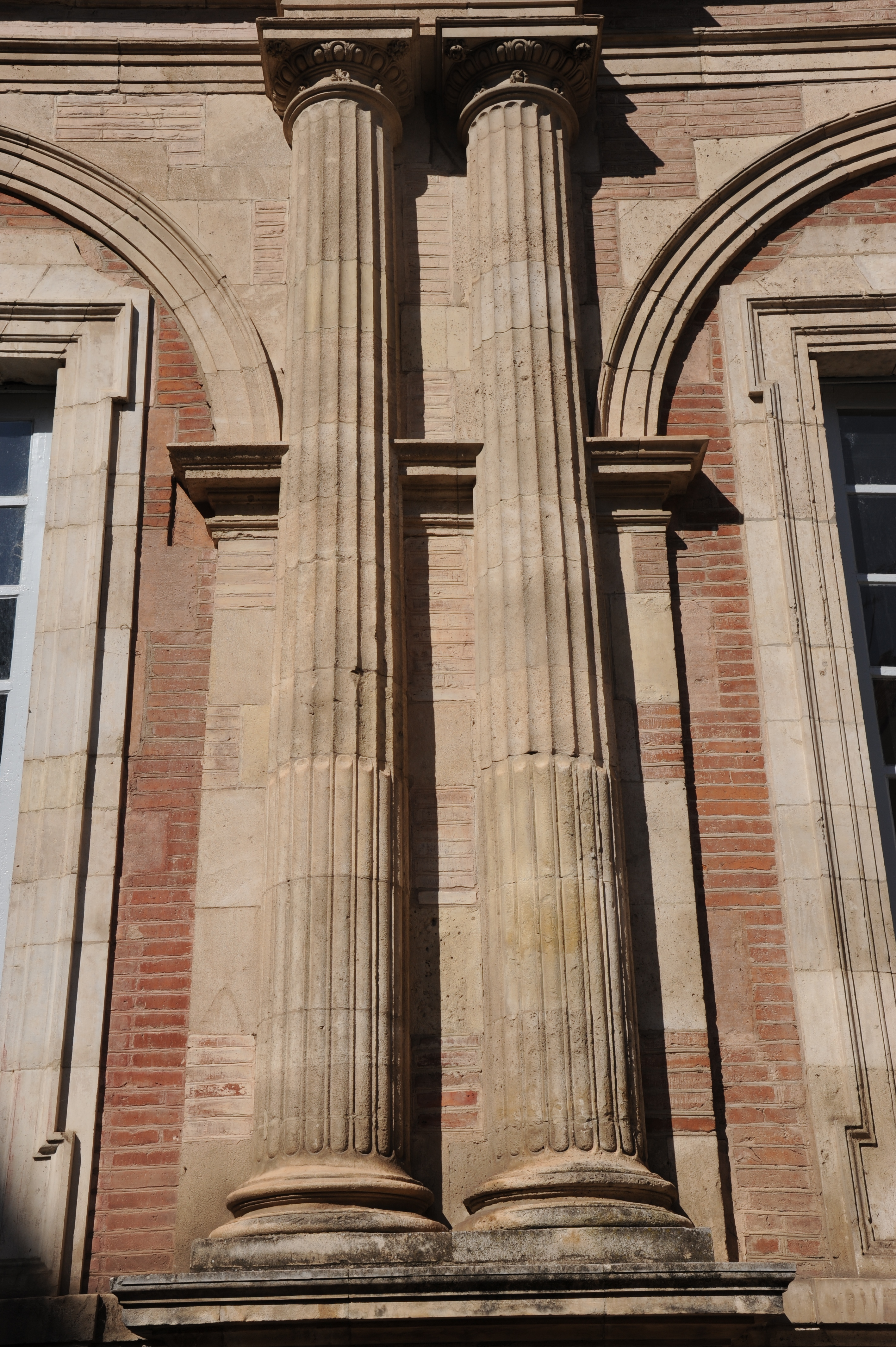
Assézat : colonnes cannelées et rudentées.
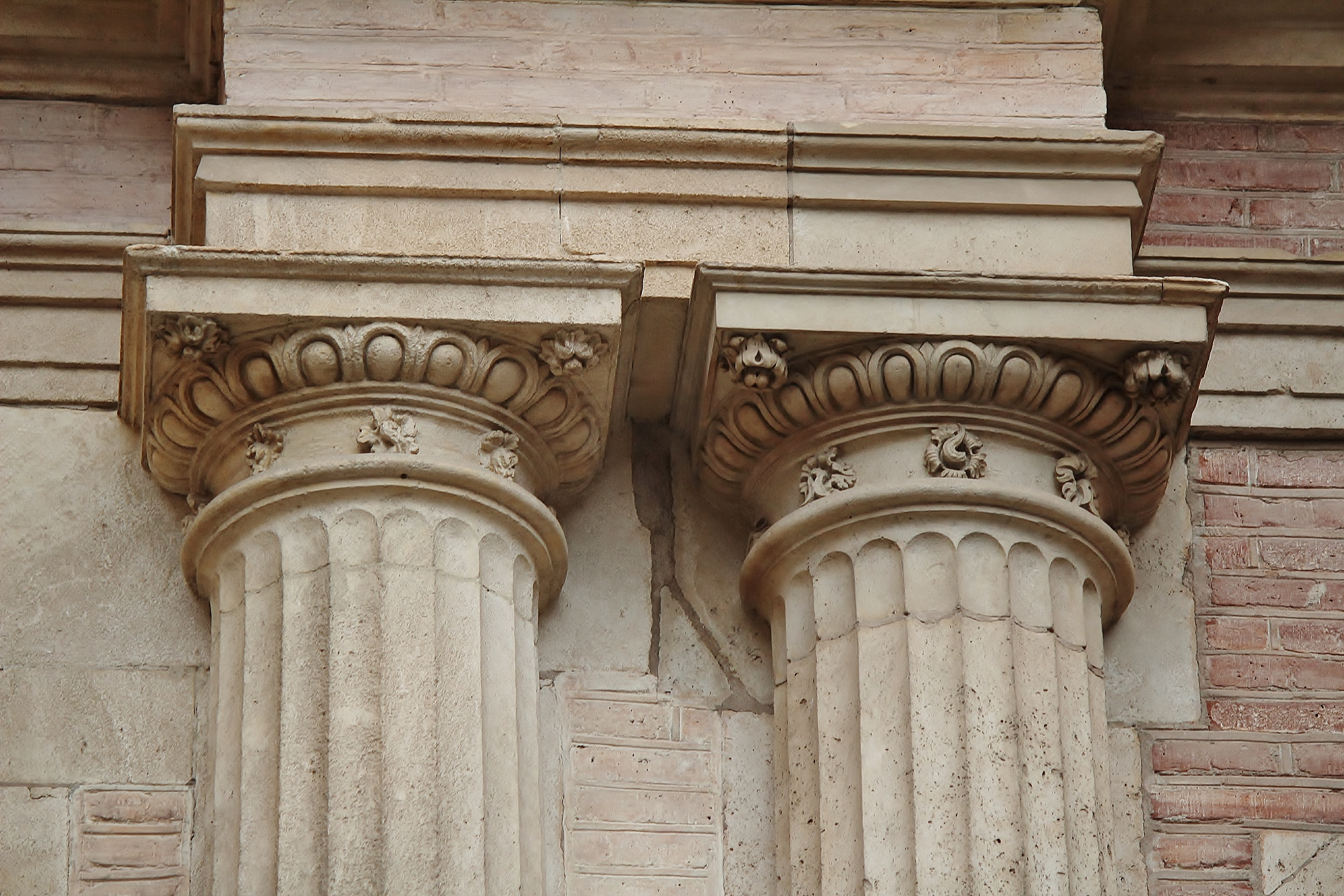
Assézat : chapiteaux doriques.
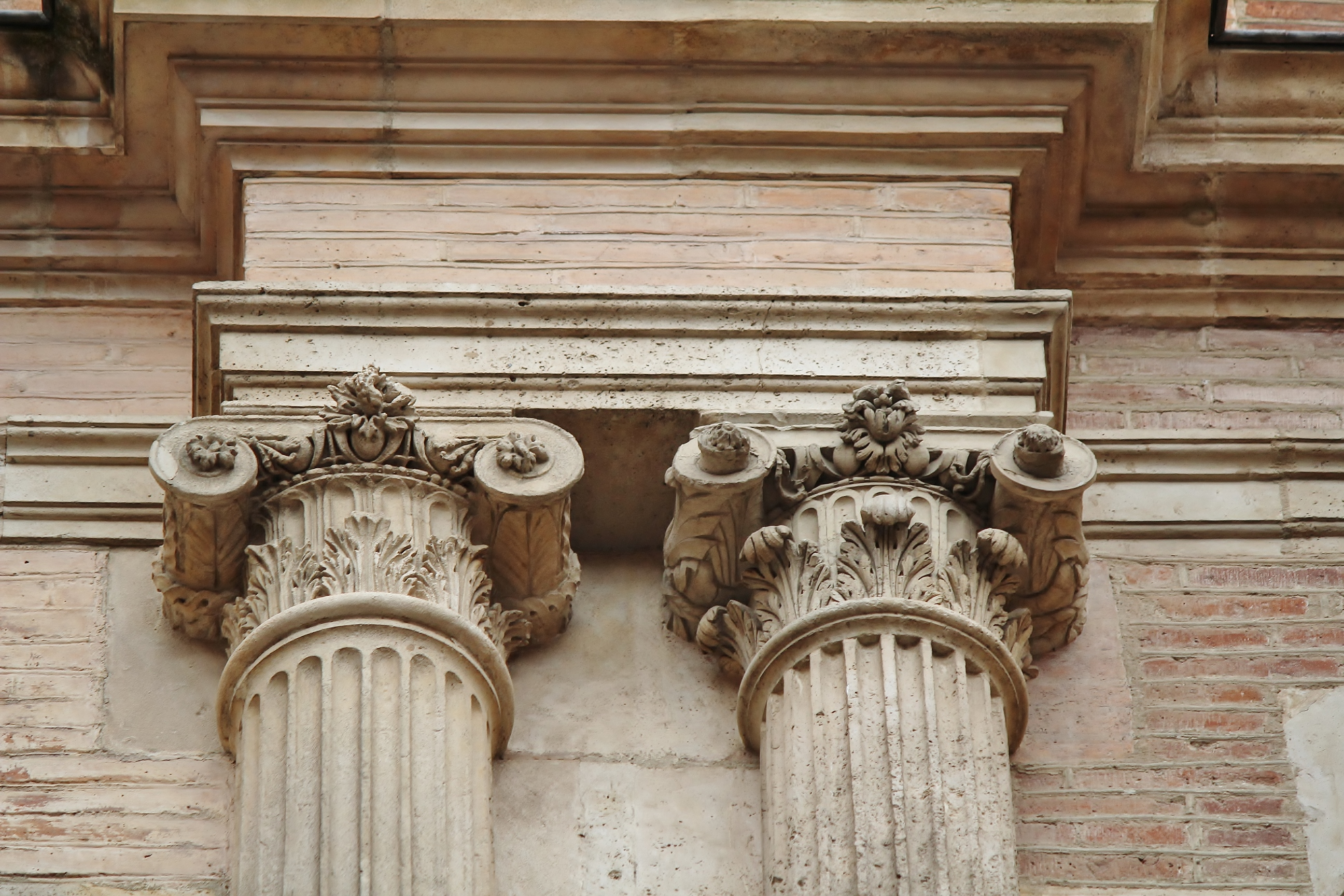
Assézat : chapiteaux ioniques.
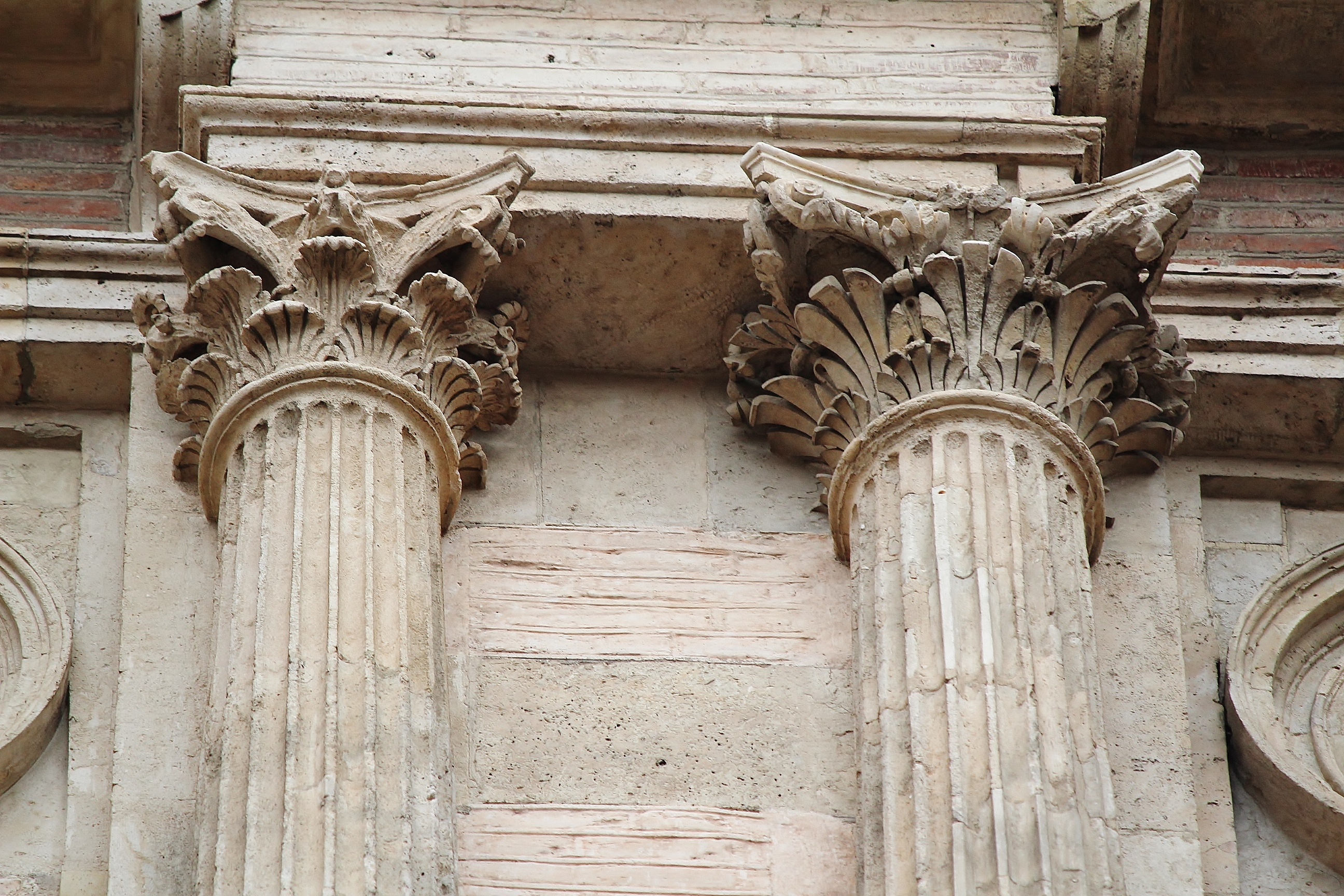
Assézat : chapiteaux corinthiens.
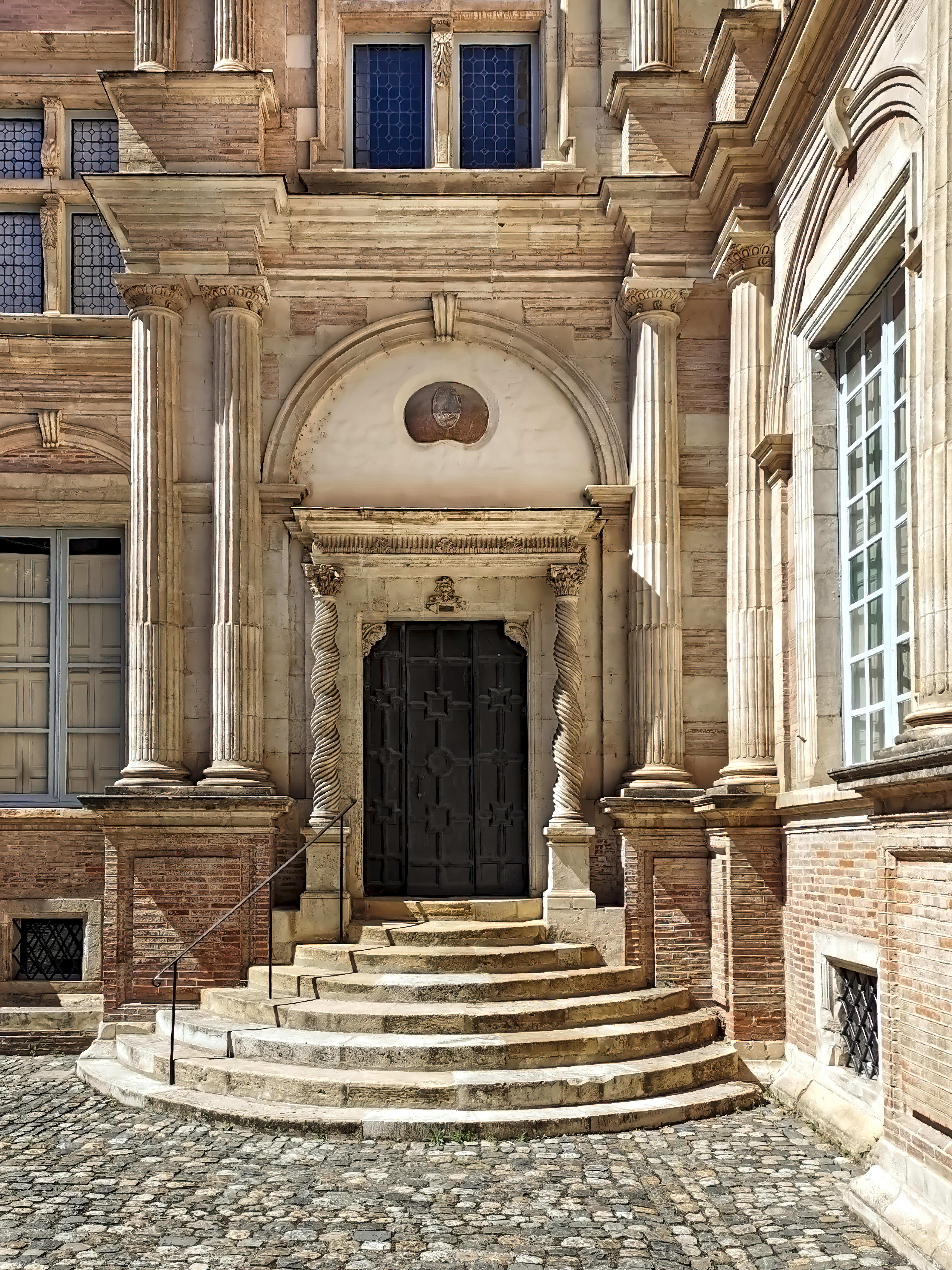
Assézat : porte de l'escalier principal.
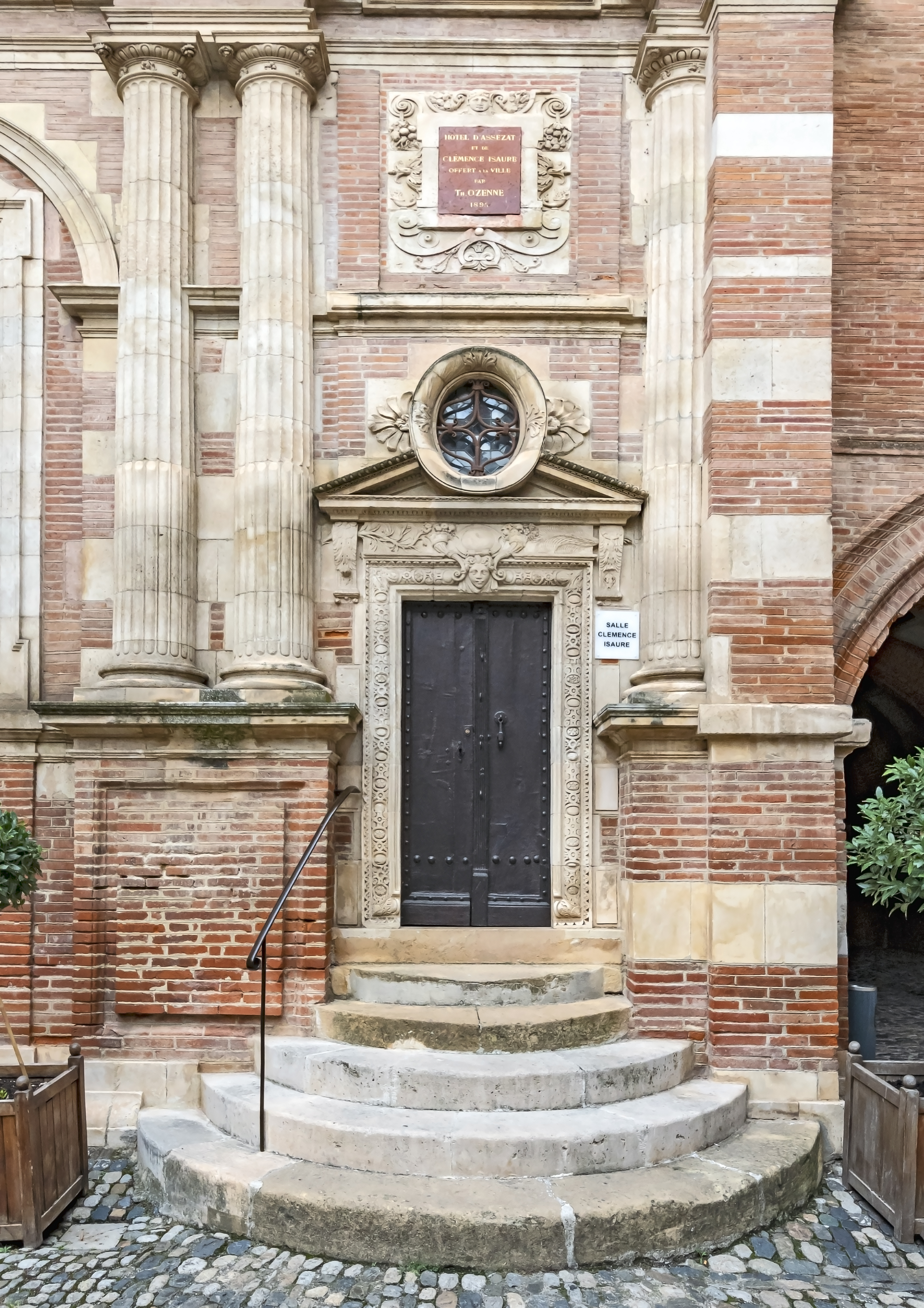
Assézat : porte d'accès au bureau du marchand.
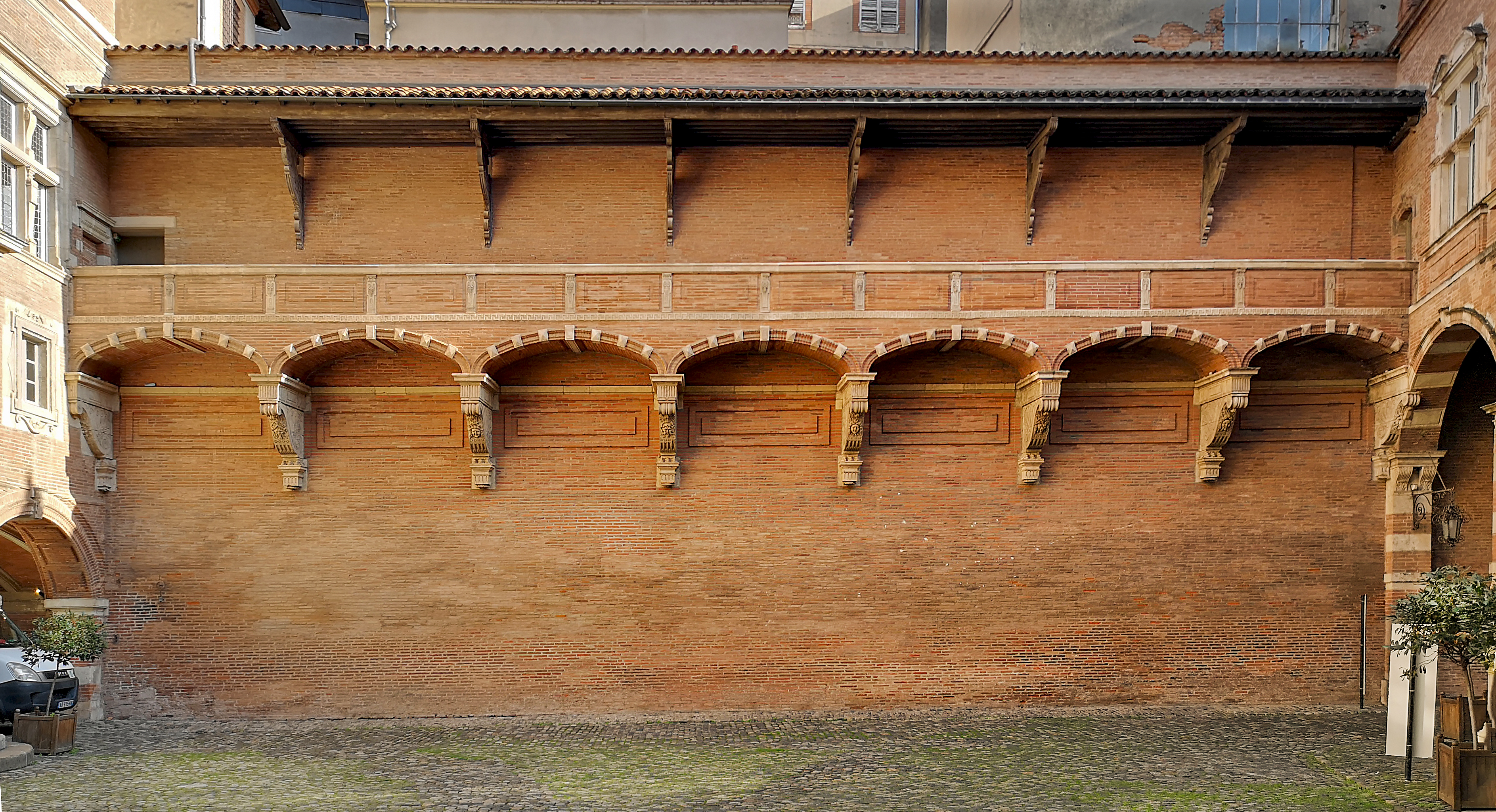
Assézat : coursière dans la cour.
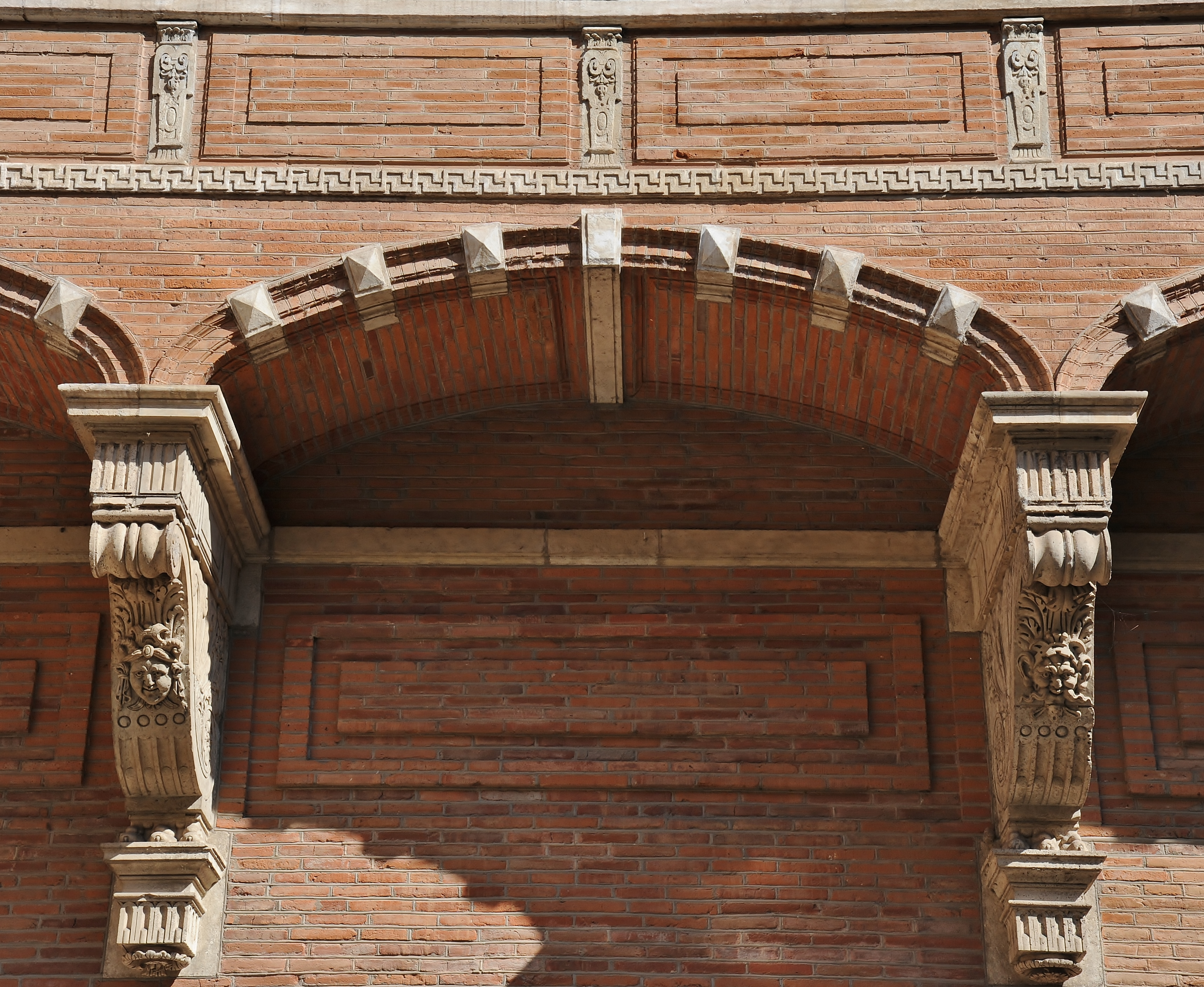
Assézat : arc de la coursière.
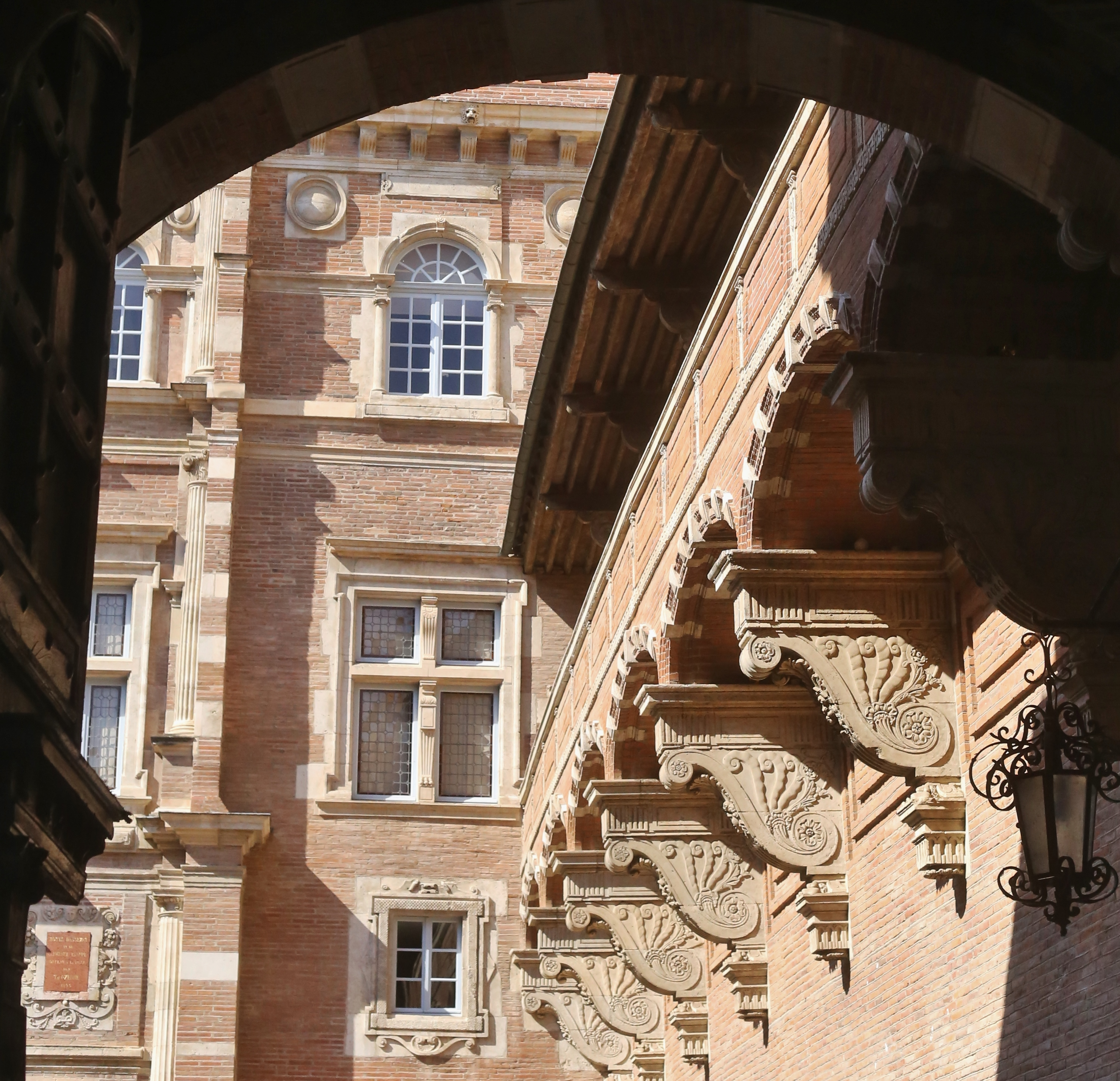
Assézat : la coursière et ses consoles décorées de gousses ioniques.
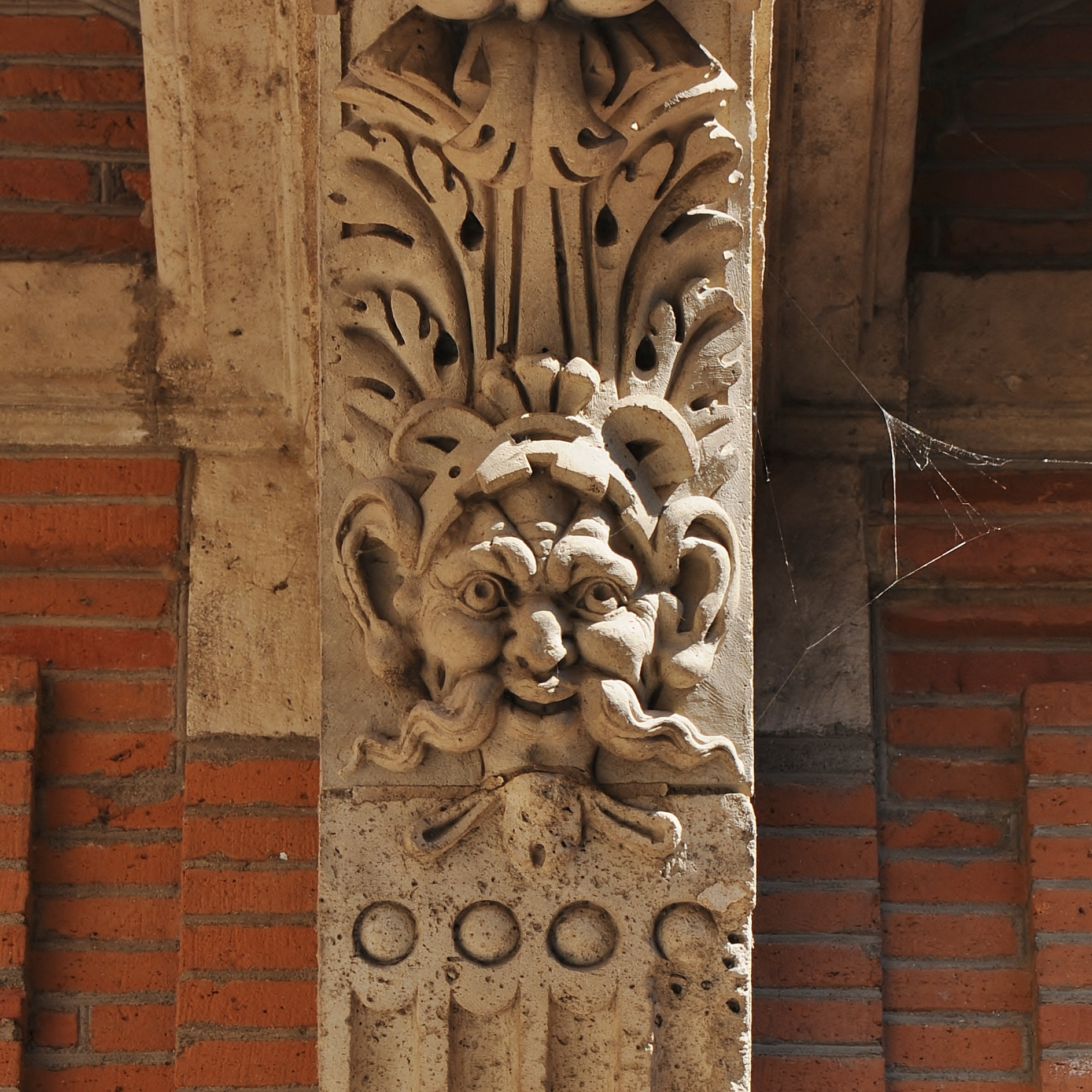
Assézat : masque antiquisant de la coursière.
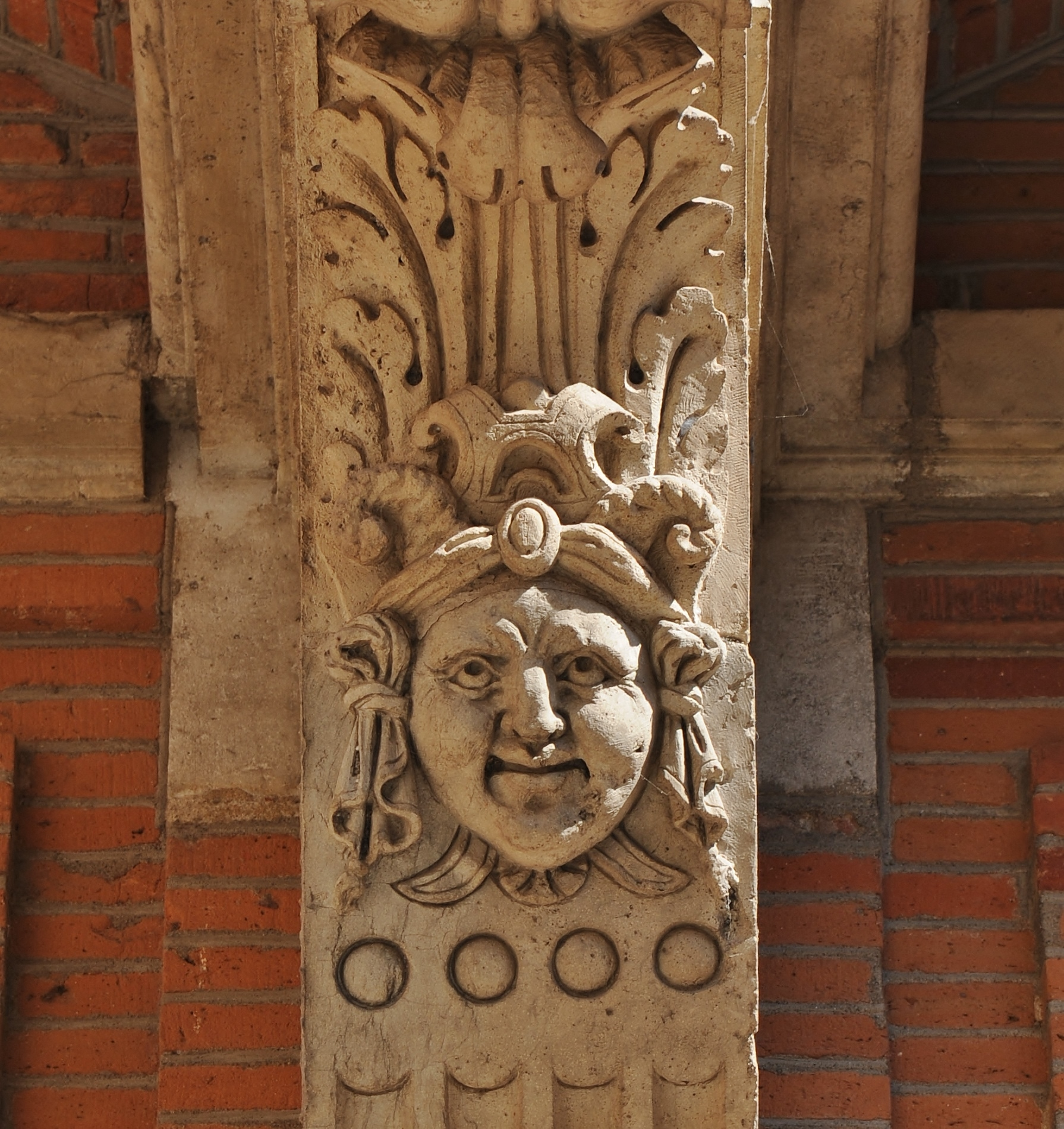
Assézat : masque antiquisant de la coursière.
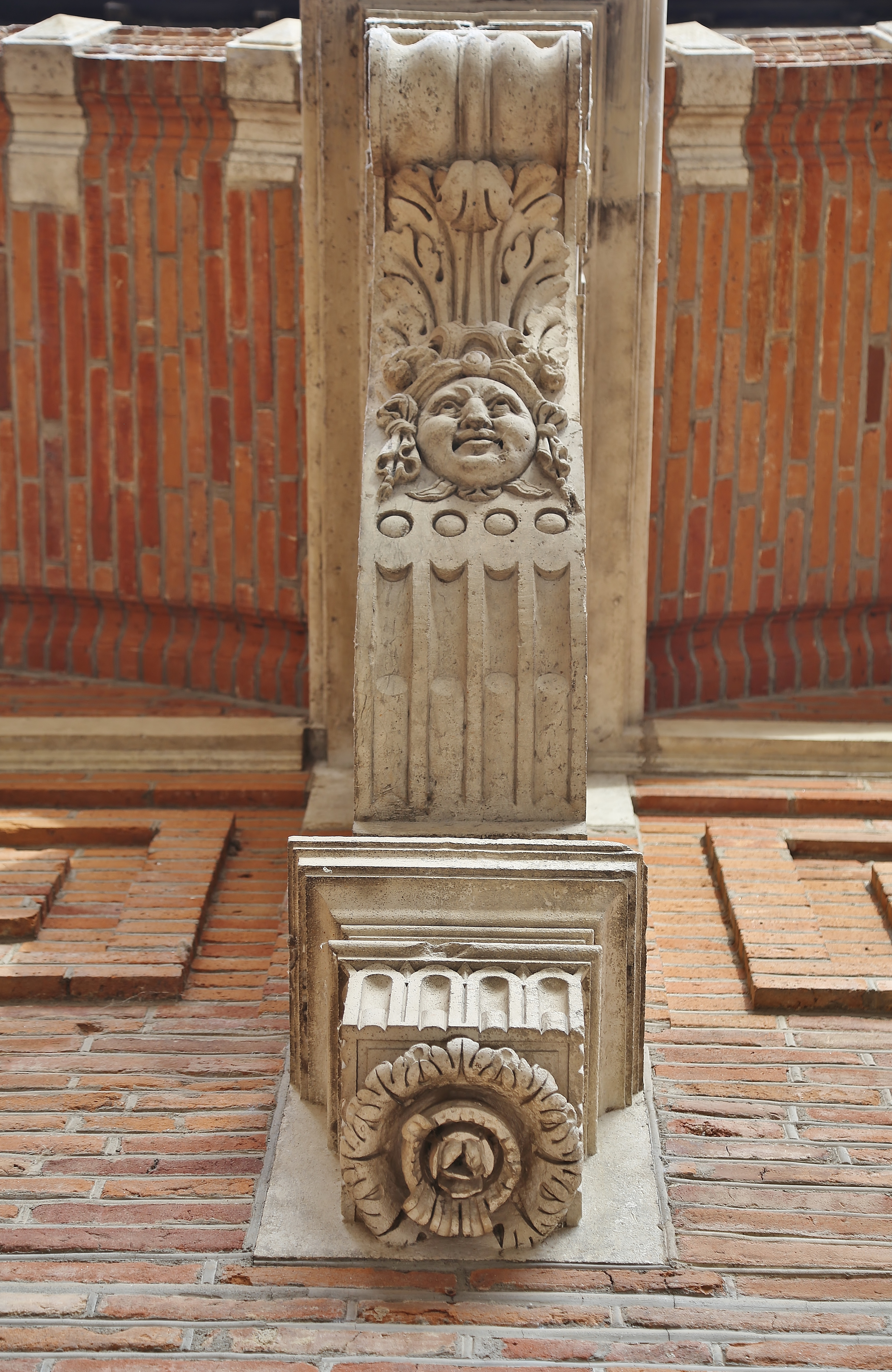
Assézat : console de la coursière.
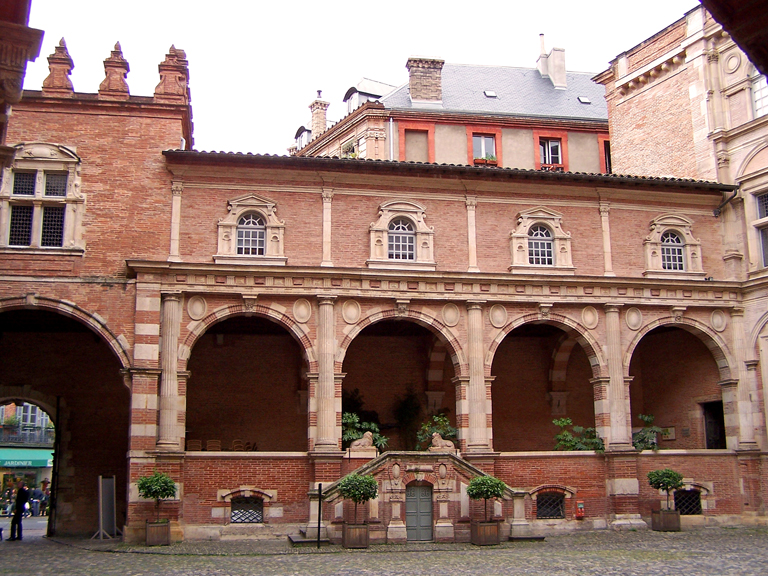
Assézat : la loggia.
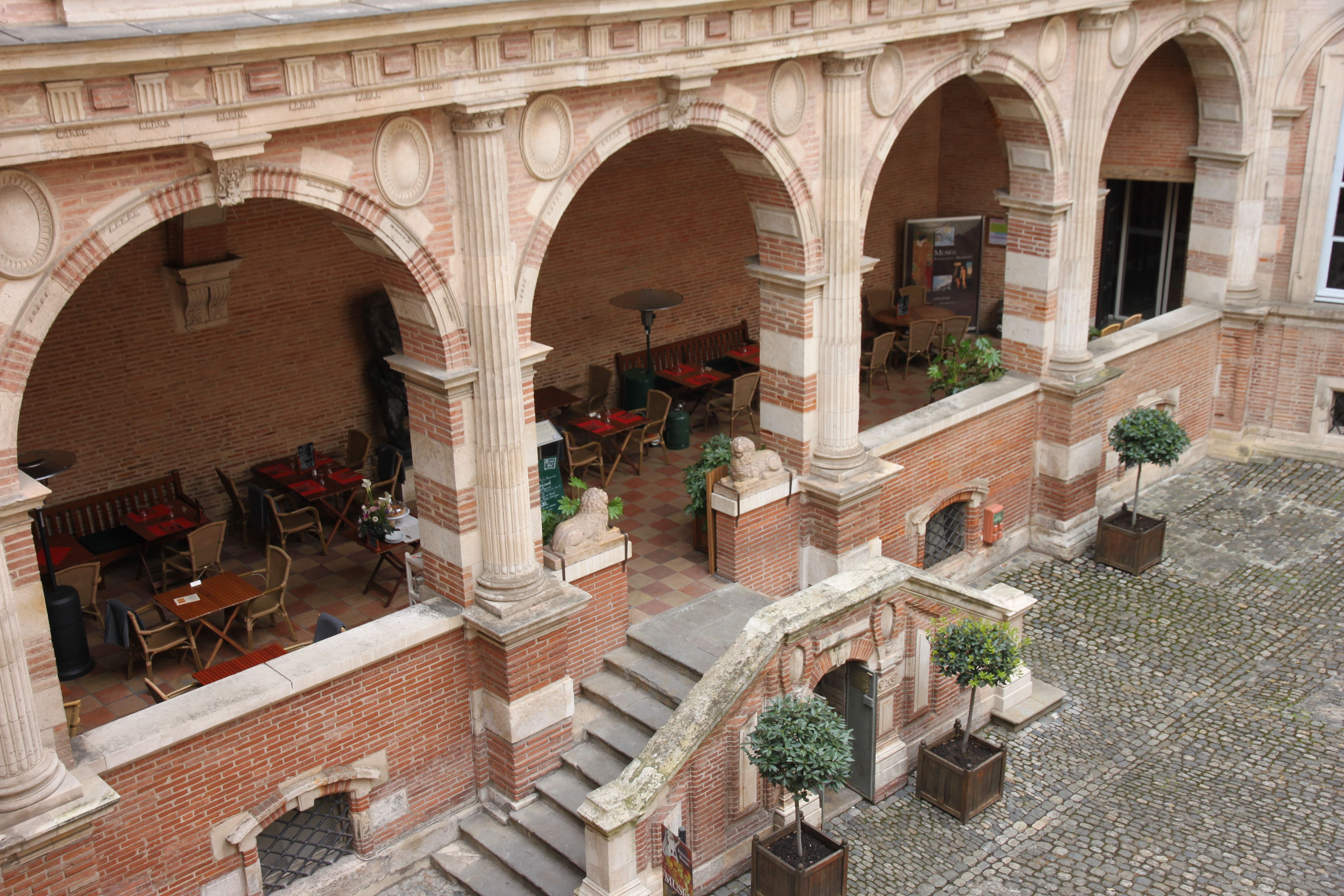
Assézat : la loggia.
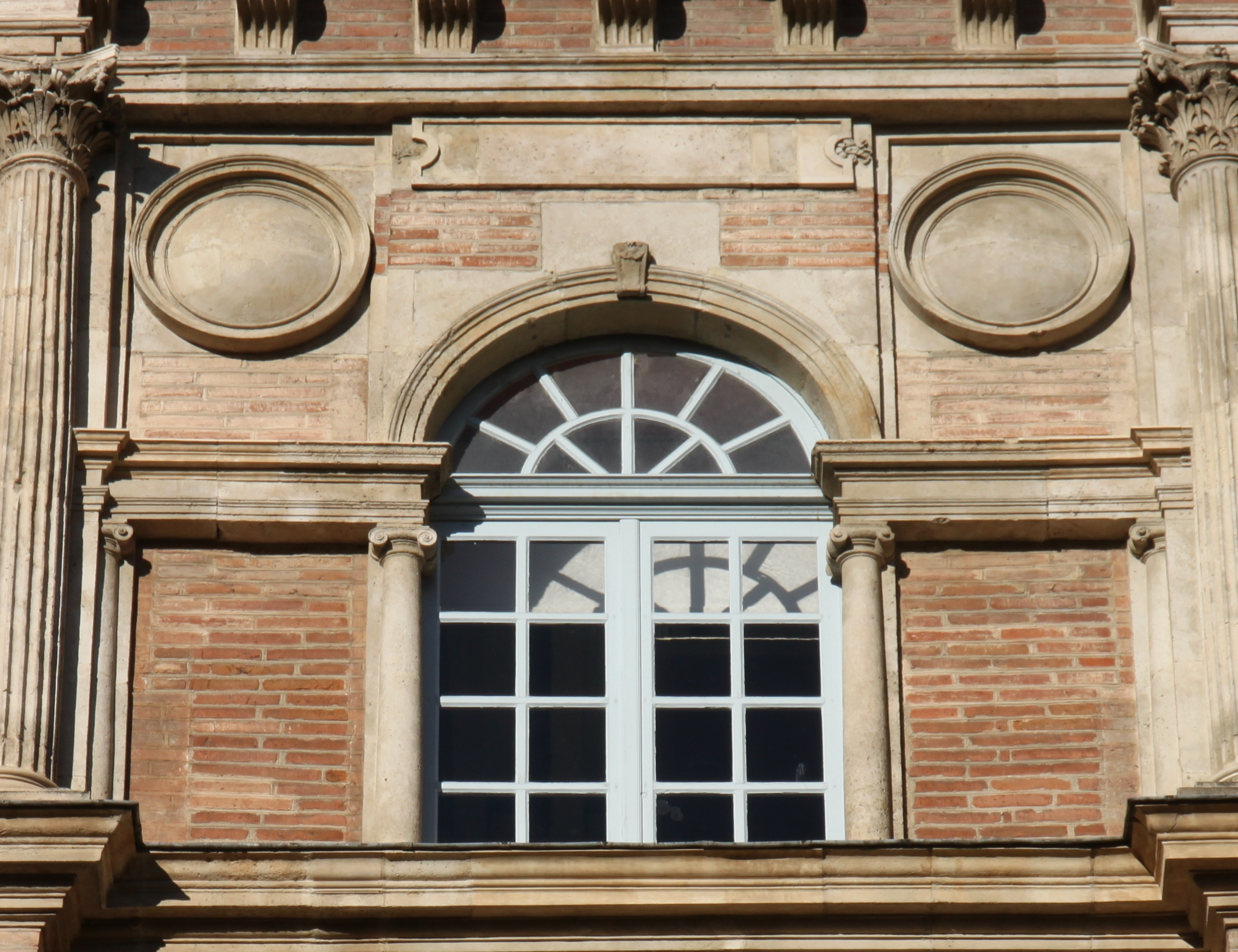
Hôtel d'Assézat, fenêtre serlienne.
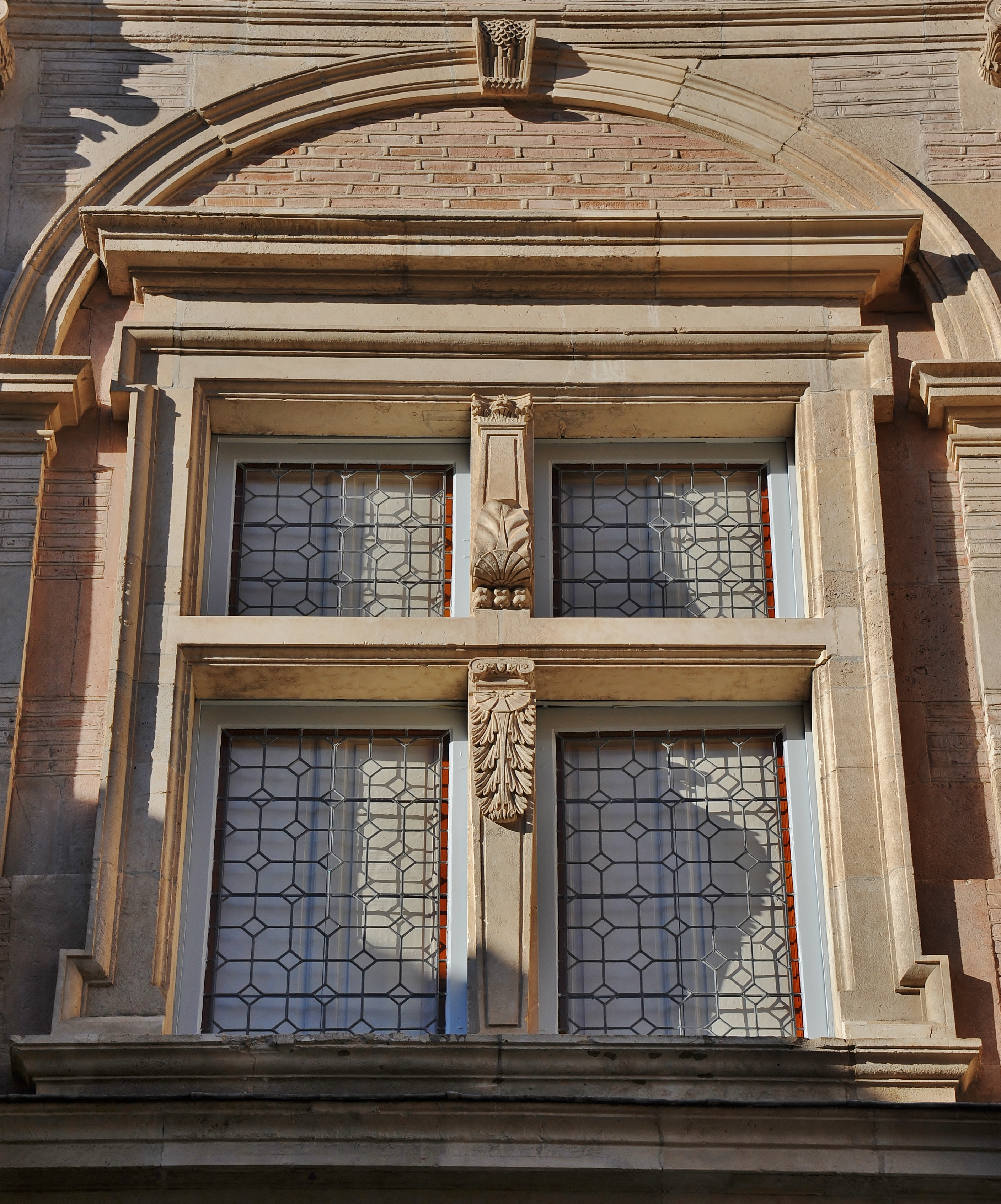
Assézat : fenêtre.
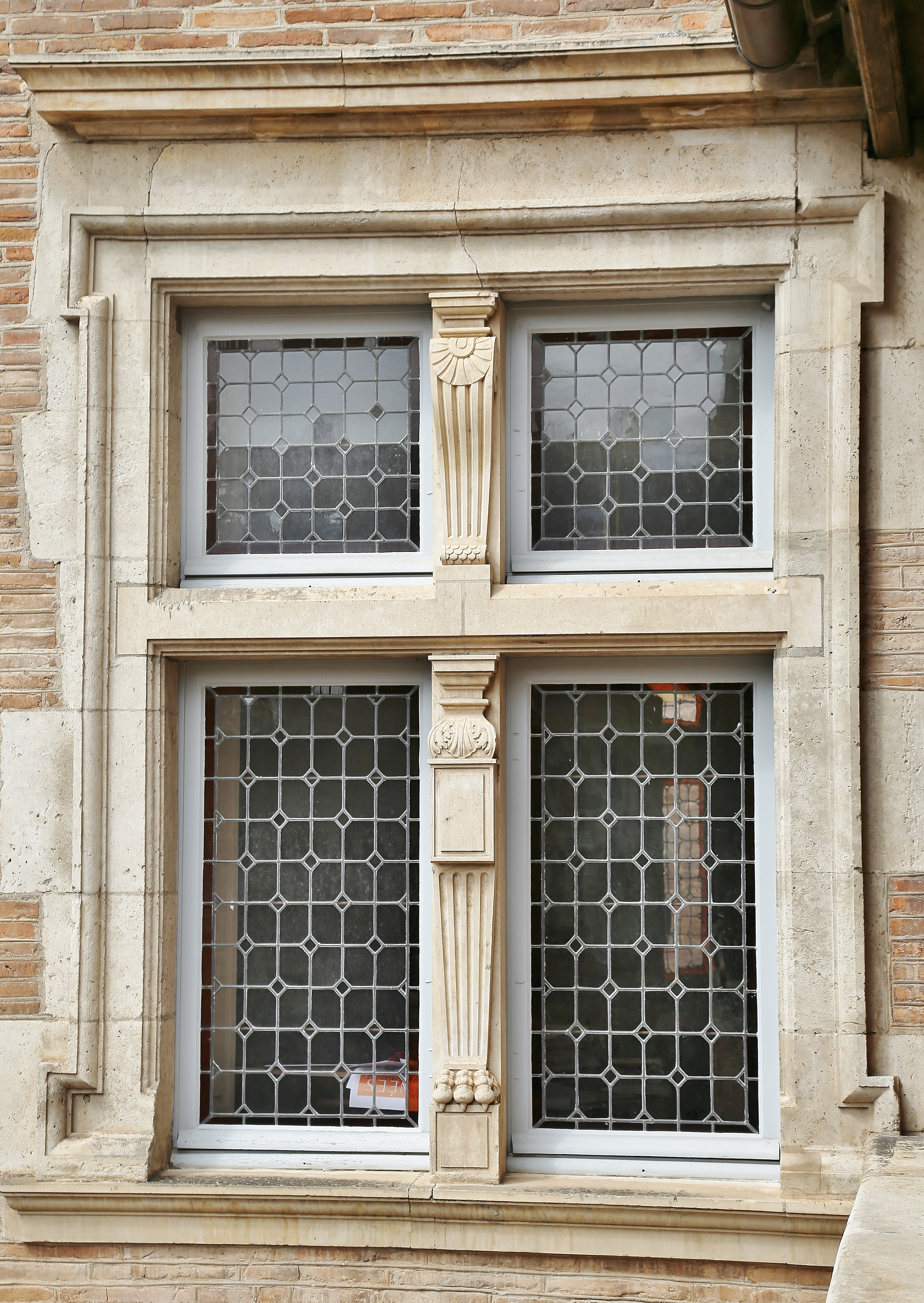
Assézat : fenêtre.
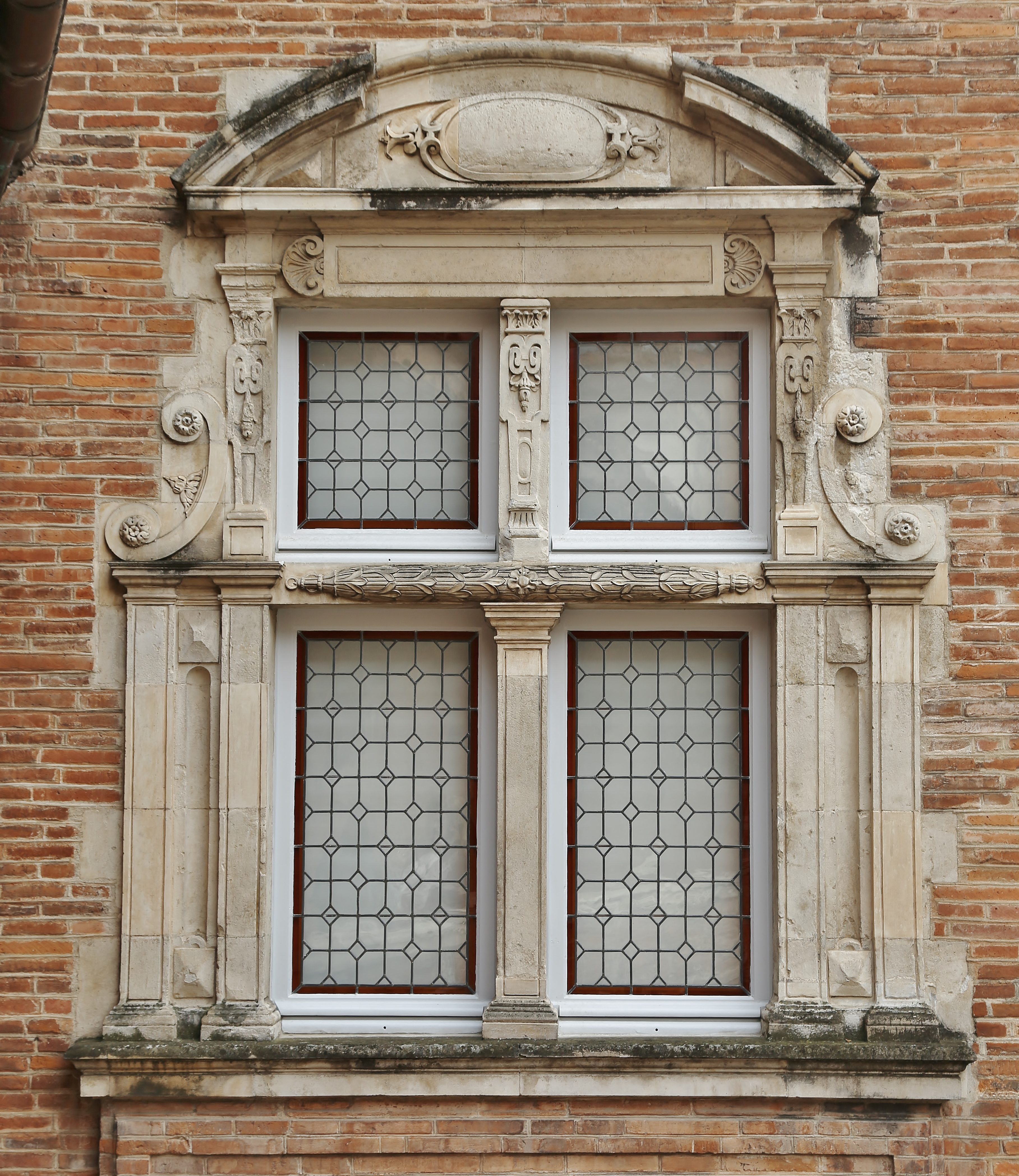
Assézat : fenêtre (bureau du marchand sur la cour).
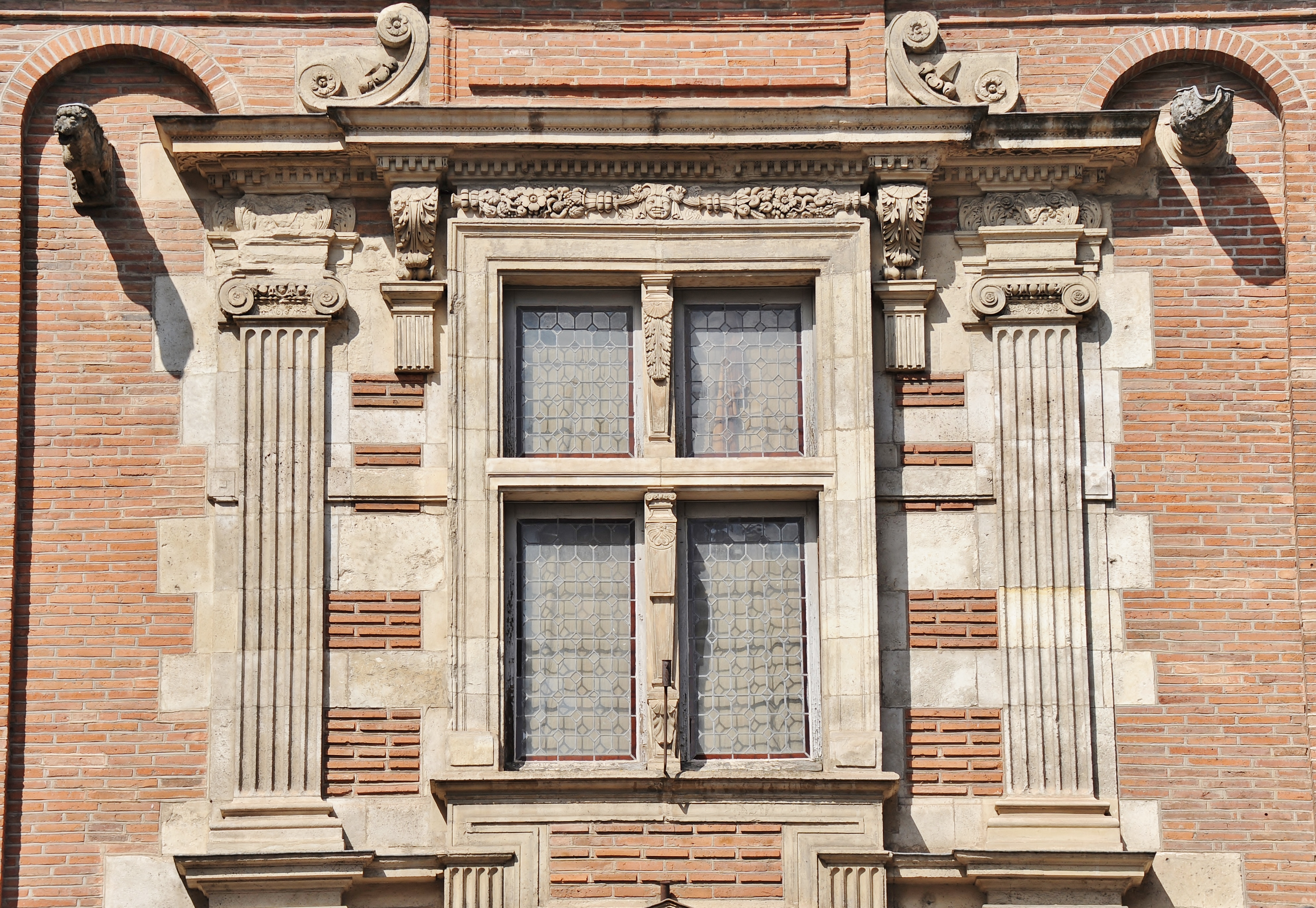
Assézat : fenêtre (bureau du marchand sur la rue).
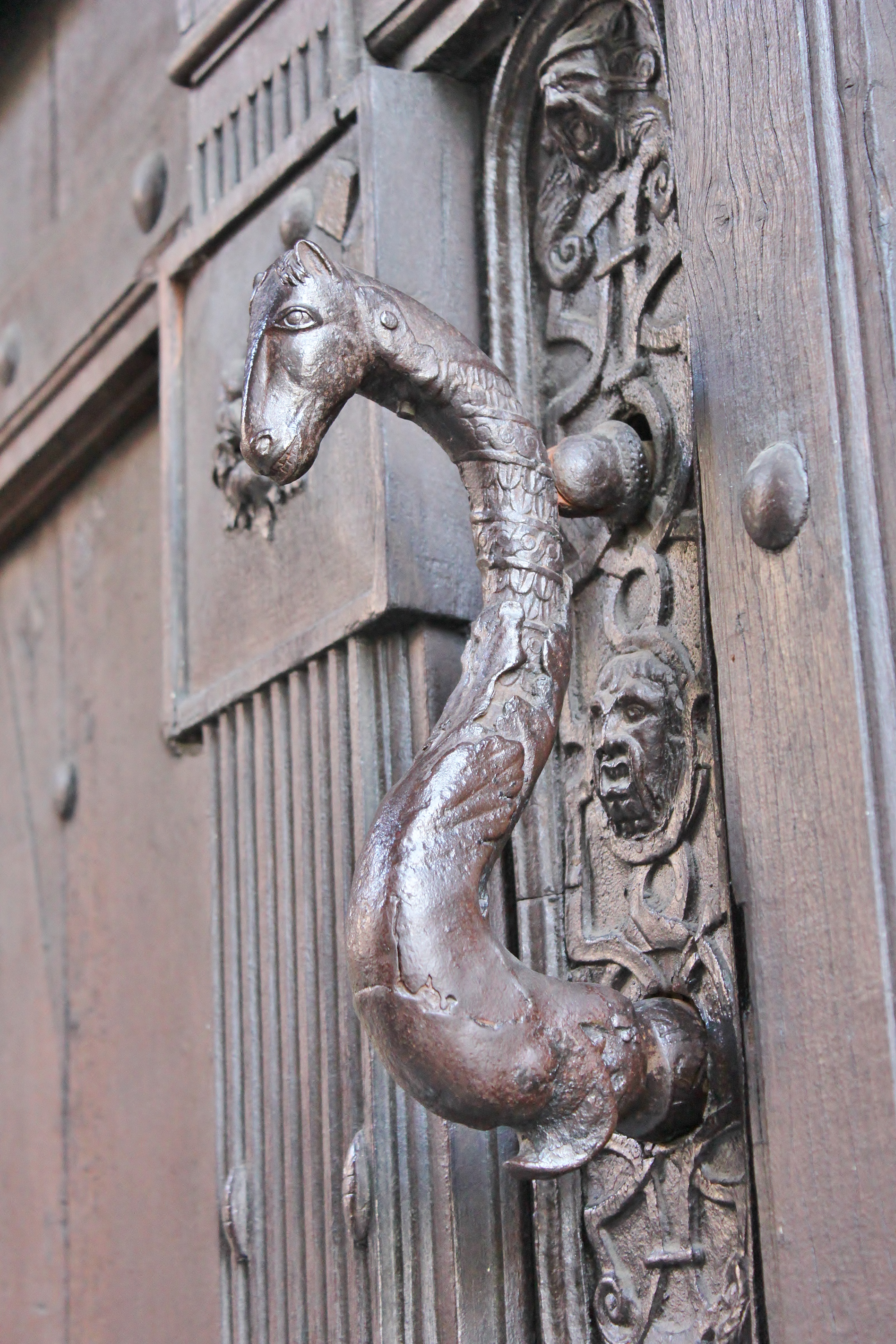
Assézat : heurtoir de la porte.

#### L'hôtel d'Astorg et de Saint-Germain
Adresse : 16 rue des Changes. Inscrit MH.
Édifié en 1568 par le marchand Jean Astorg sur l'un des principaux axes de la ville de la Renaissance, cet édifice conserve plusieurs caractéristiques de la demeure marchande. Le bâtiment sur rue est occupé en rez-de-chaussée par des boutiques et présente une porte d'entrée latérale ouvrant sur un passage couvert qui donne accès à la cour d'honneur. La particularité de cet hôtel est d'avoir conservé dans la cour ses deux escaliers extérieurs en bois hors œuvre et leurs coursives - en bois également - desservant les bâtiments sur cour. Cette architecture de bois, décorée de balustres moulurés et de volutes affrontées, était très pratiquée à la Renaissance.

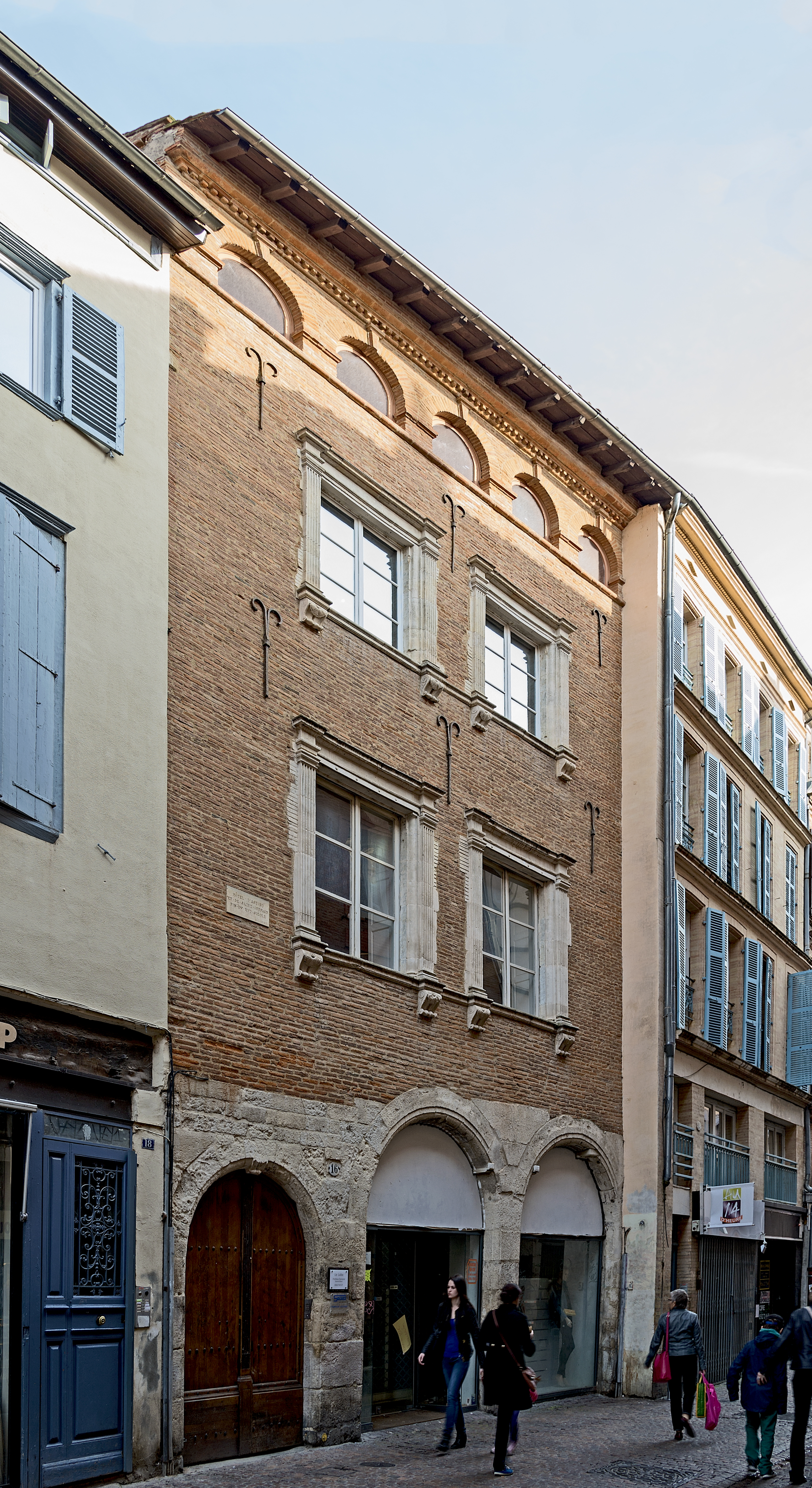
Hôtel d'Astorg.
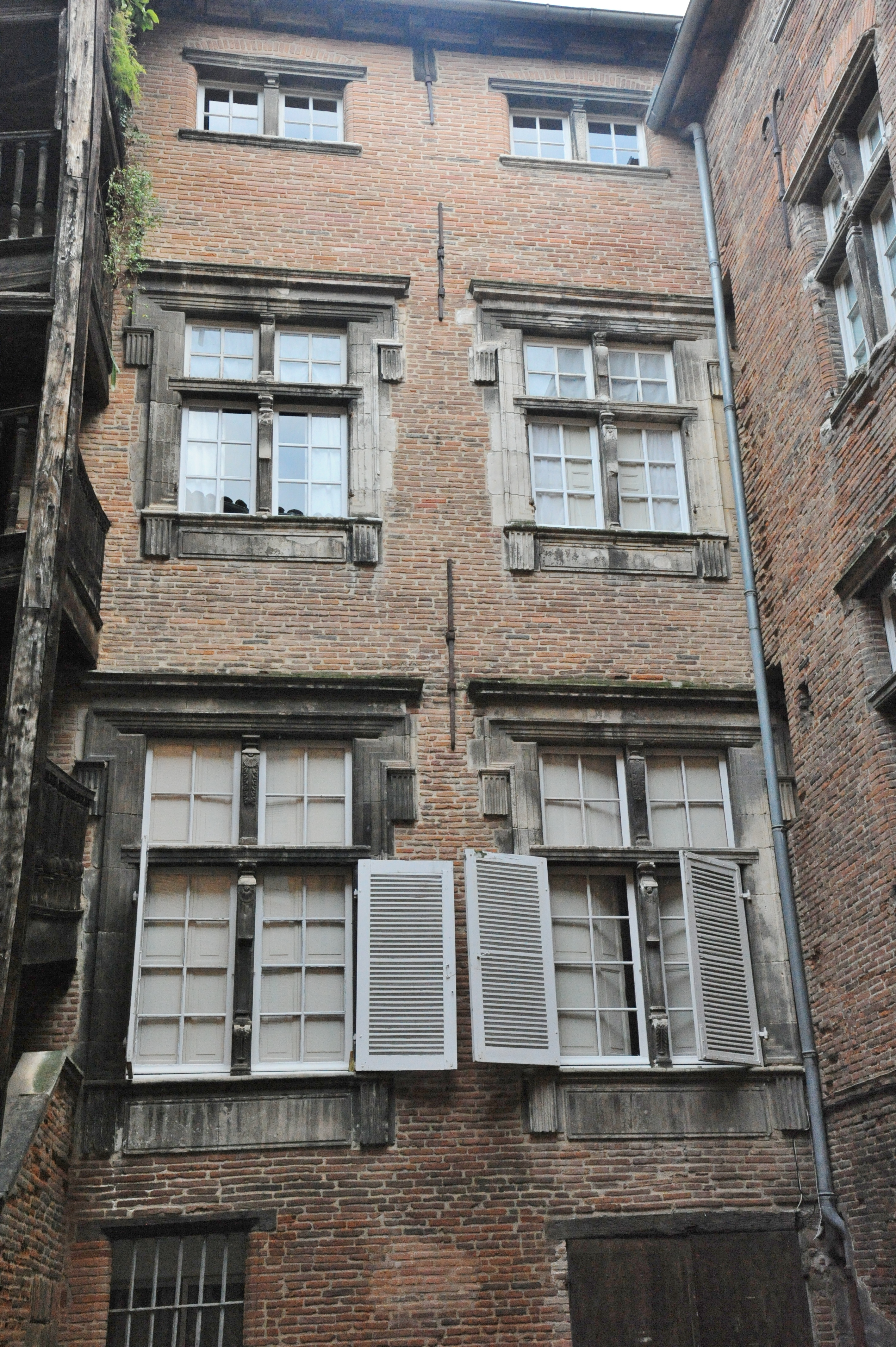
Astorg : fenêtres Renaissance dans la cour.
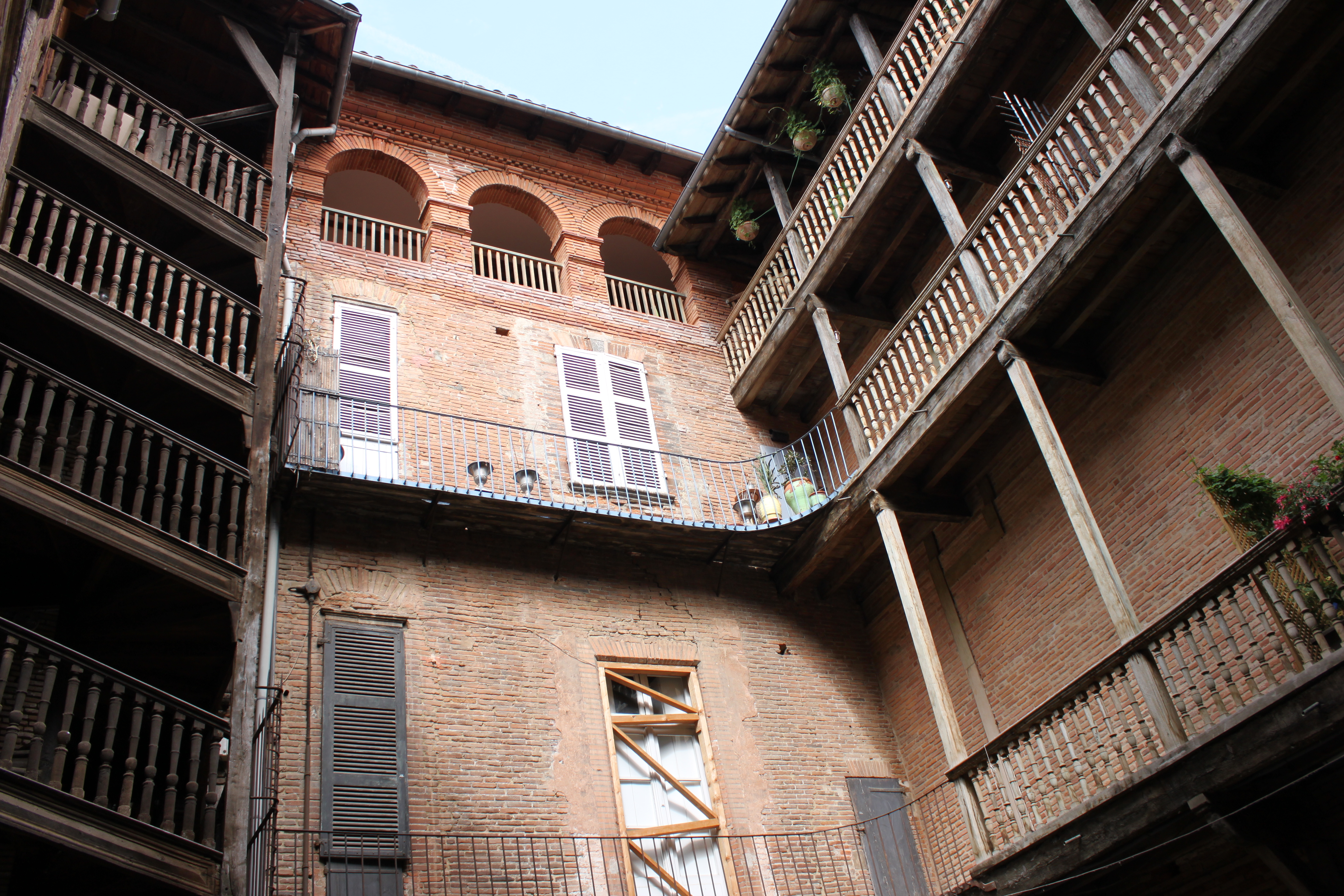
Astorg : galeries en bois dans la cour.
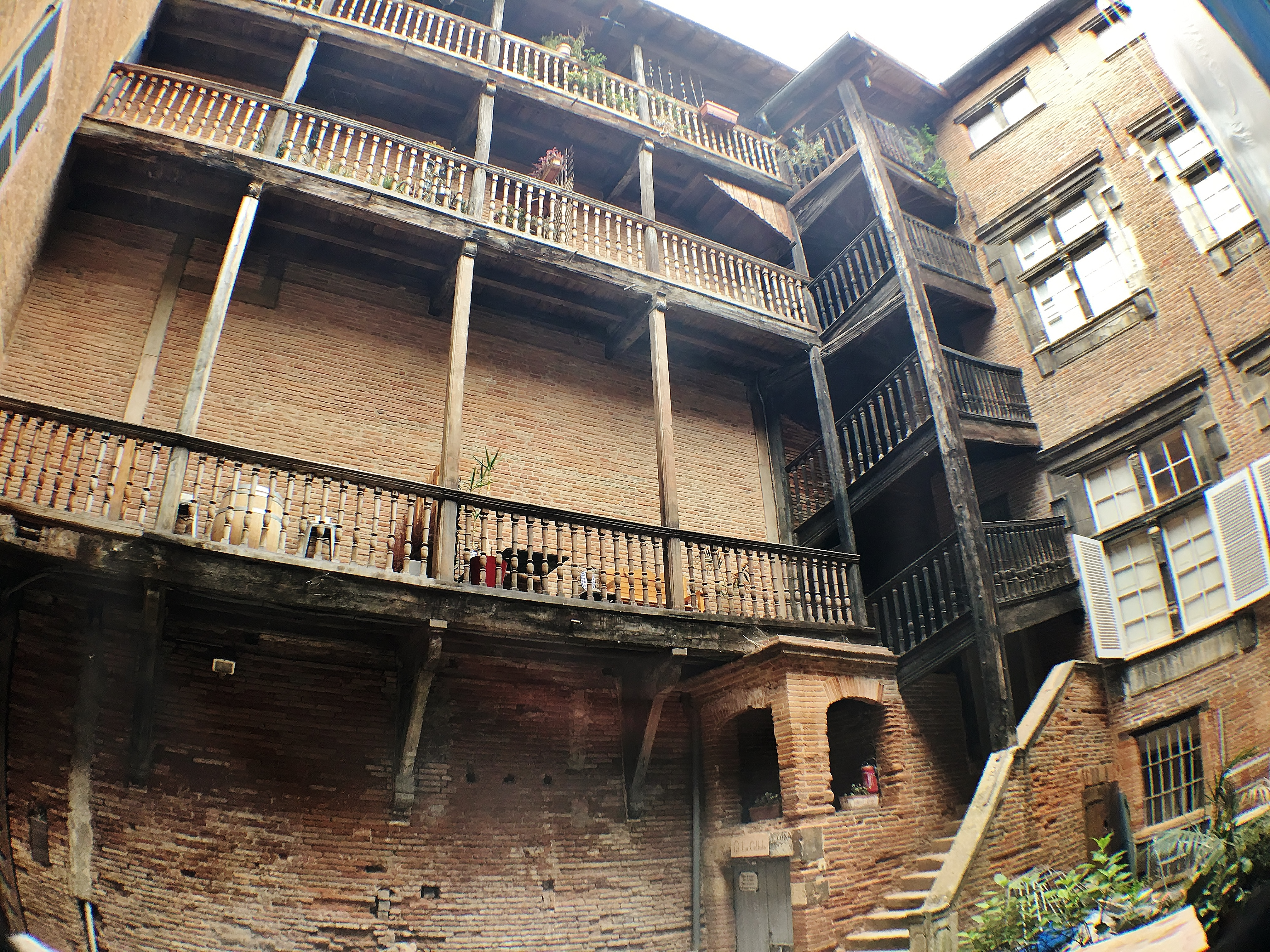
Astorg : cour.
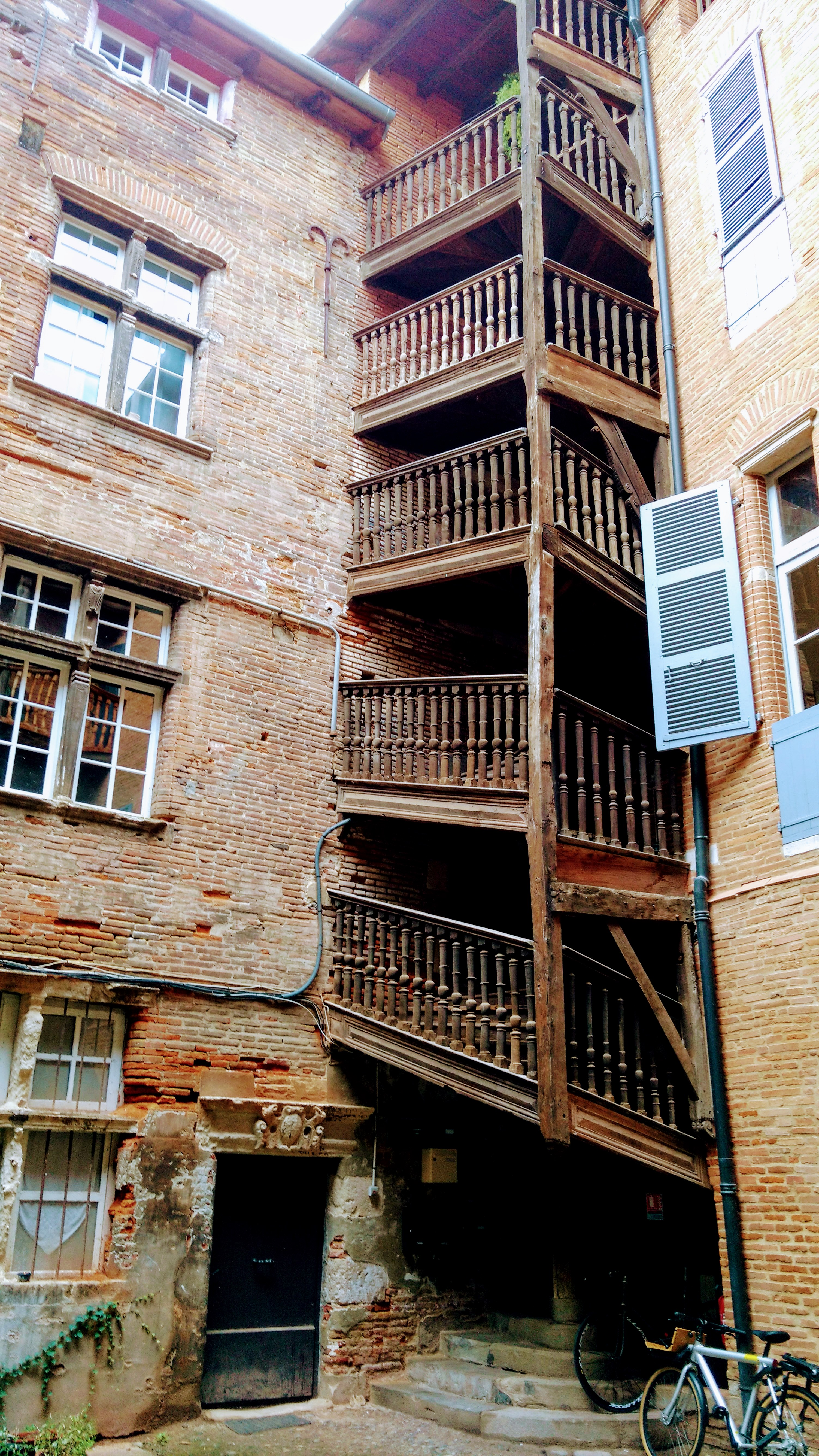
Astorg : escalier suspendu.
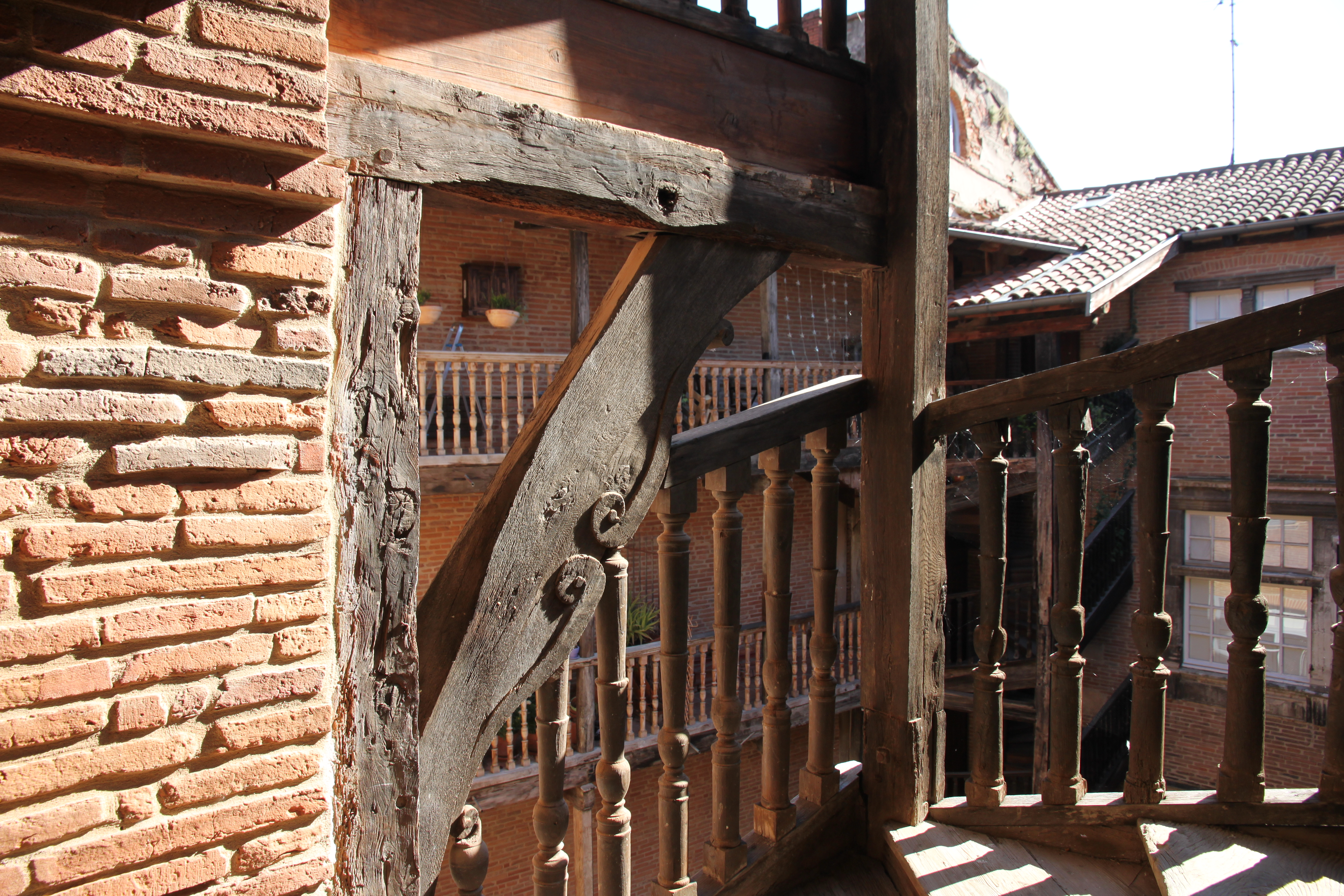
Astorg : balustres moulurés, volutes affrontées.
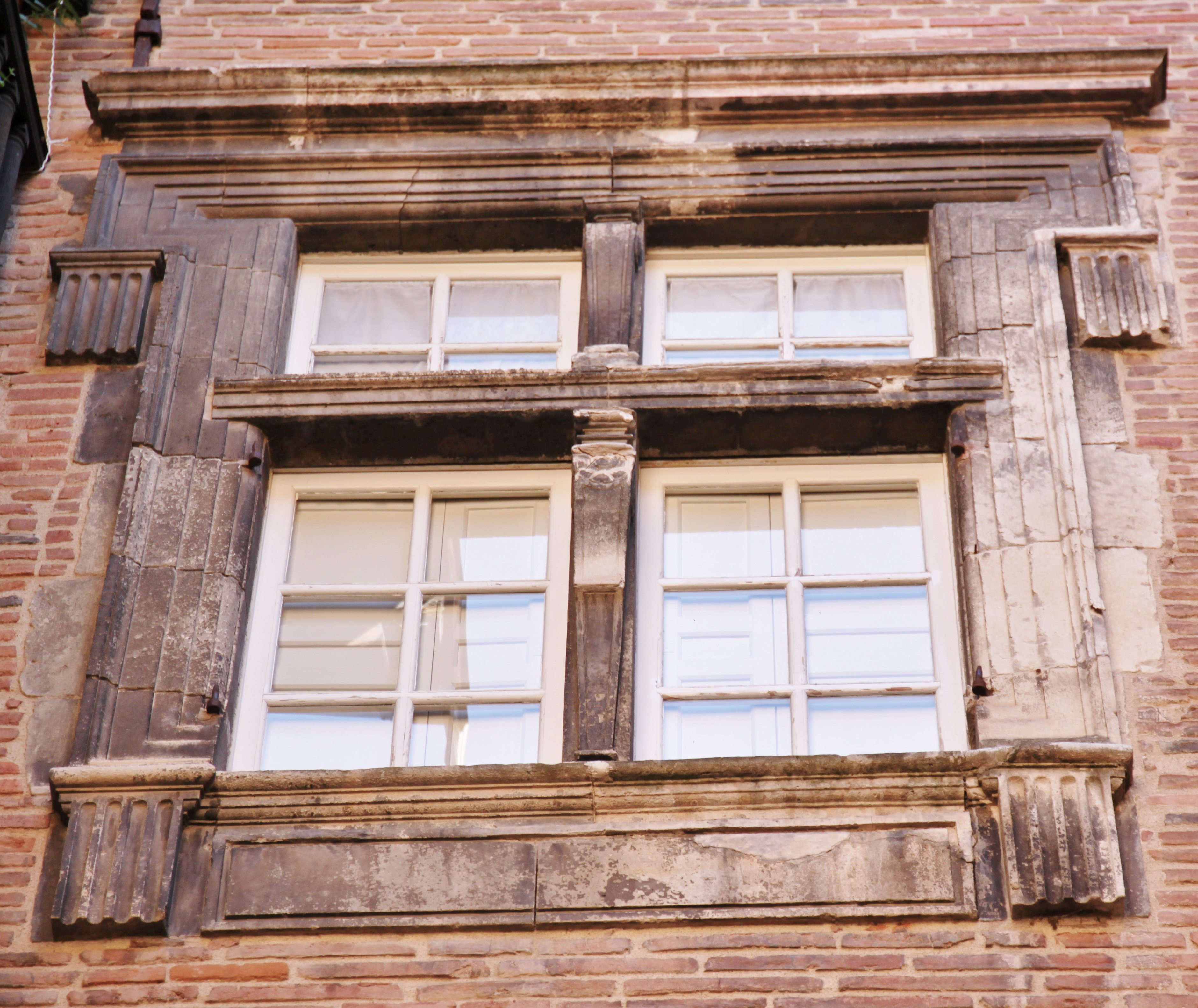
Astorg : fenêtre (cour).
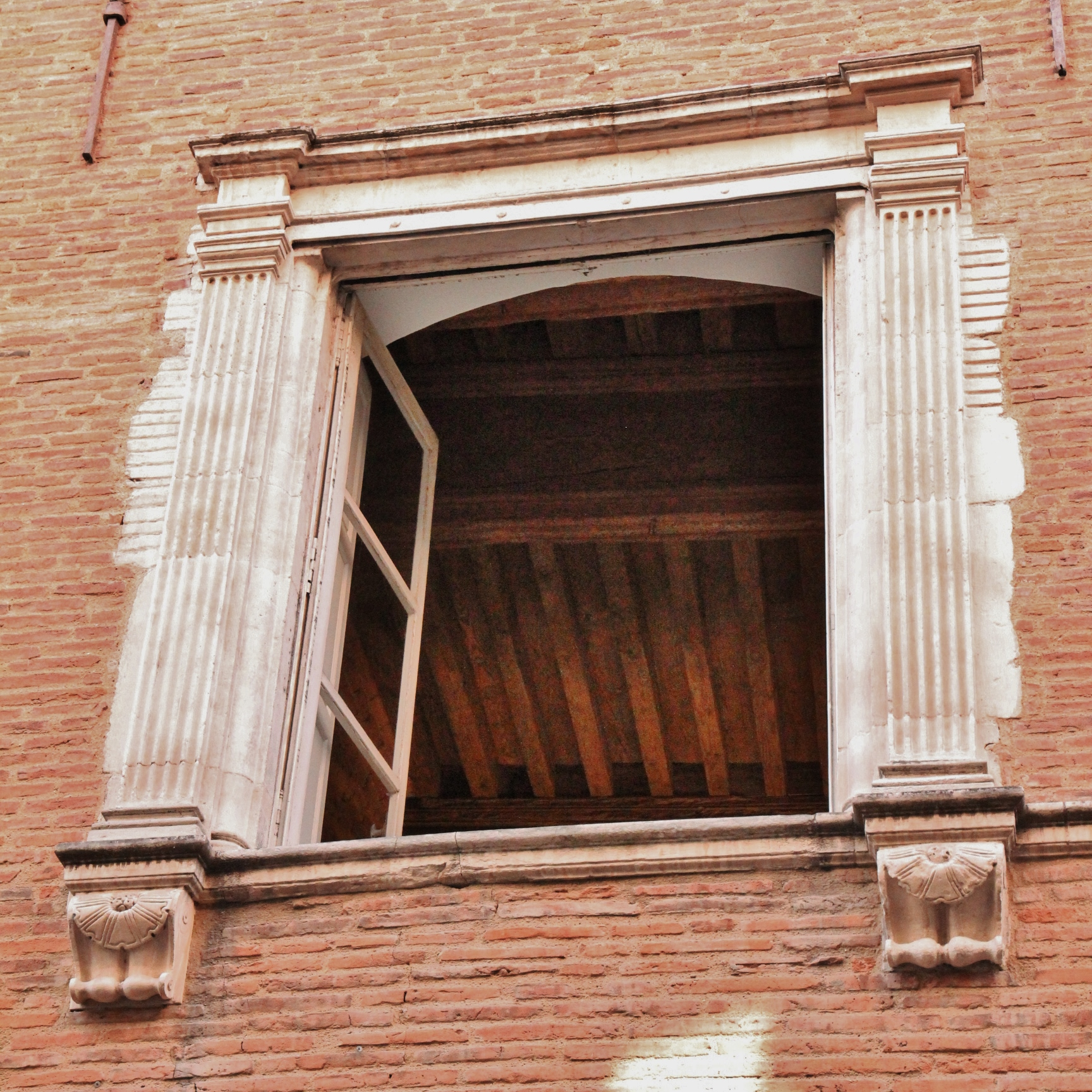
Astorg : fenêtre (rue).

#### L'hôtel de Massas (ou hôtel d'Aldeguier)
Adresse : 29 rue de la Dalbade. Non protégé MH.
Souvent nommé hôtel d'Aldéguier en référence à l'un de ses propriétaires devenu capitoul en 1603, l'histoire mal connue et mouvementée de cet hôtel entre cour et jardin semble plutôt commencer dans le dernier quart du XVIe siècle avec Géraud de Massas, conseiller au Parlement. Pour régulariser la cour, divers éléments furent déplacés ou remaniés en 1865, faisant notamment disparaître sur le mur nord de la cour une coursière en encorbellement dont il ne reste que les arcs en brique décorés de pointes de diamant, comme à l'hôtel d'Assézat. Les fenêtres sont abondamment décorées, les jeux de polychromie brique-pierre et certains motifs tels des masques, pointes de diamant, monstres hybrides, termes, relèvent de l'architecture maniériste de la seconde moitié du siècle.

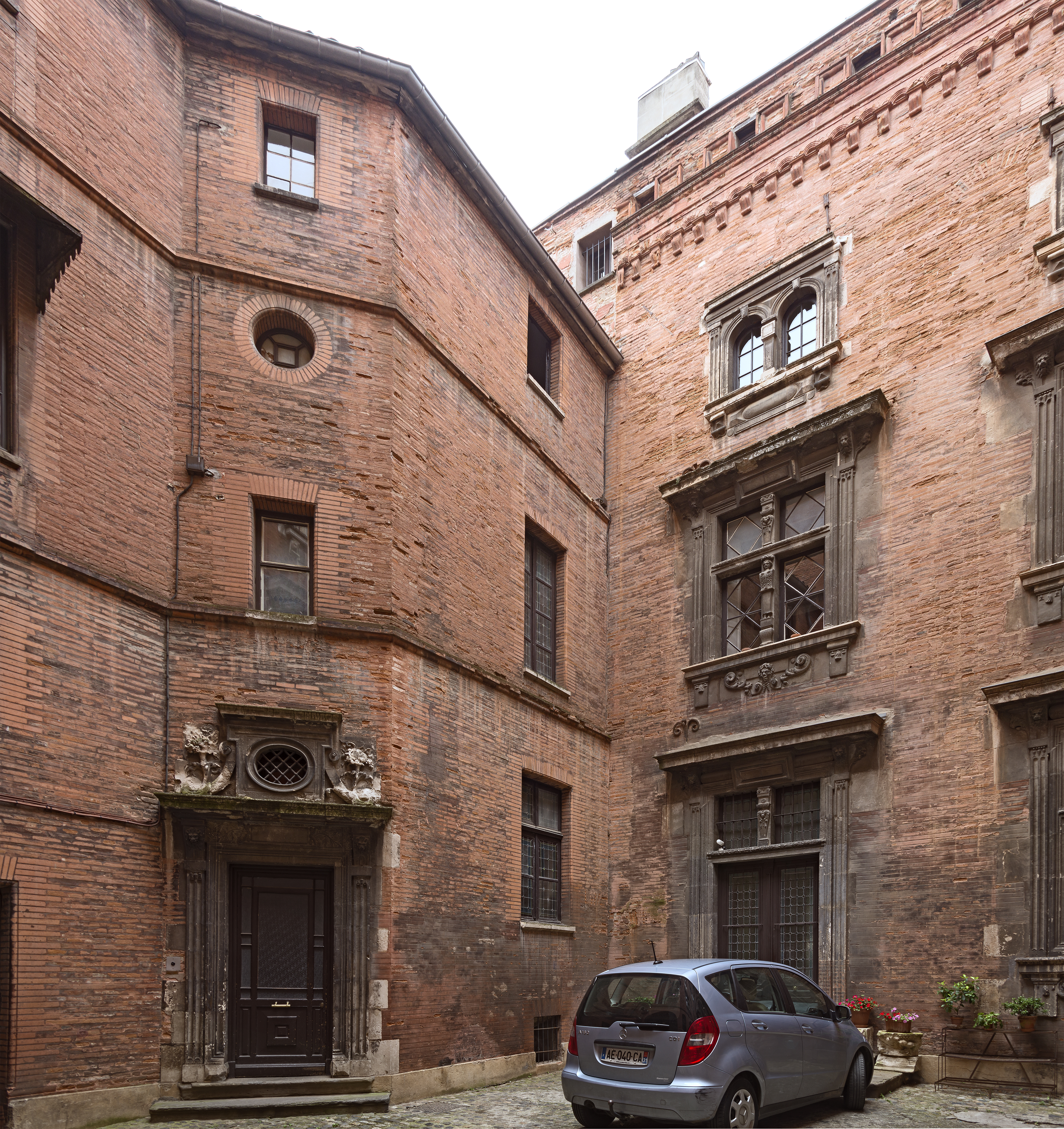
Hôtel de Massas, cour.
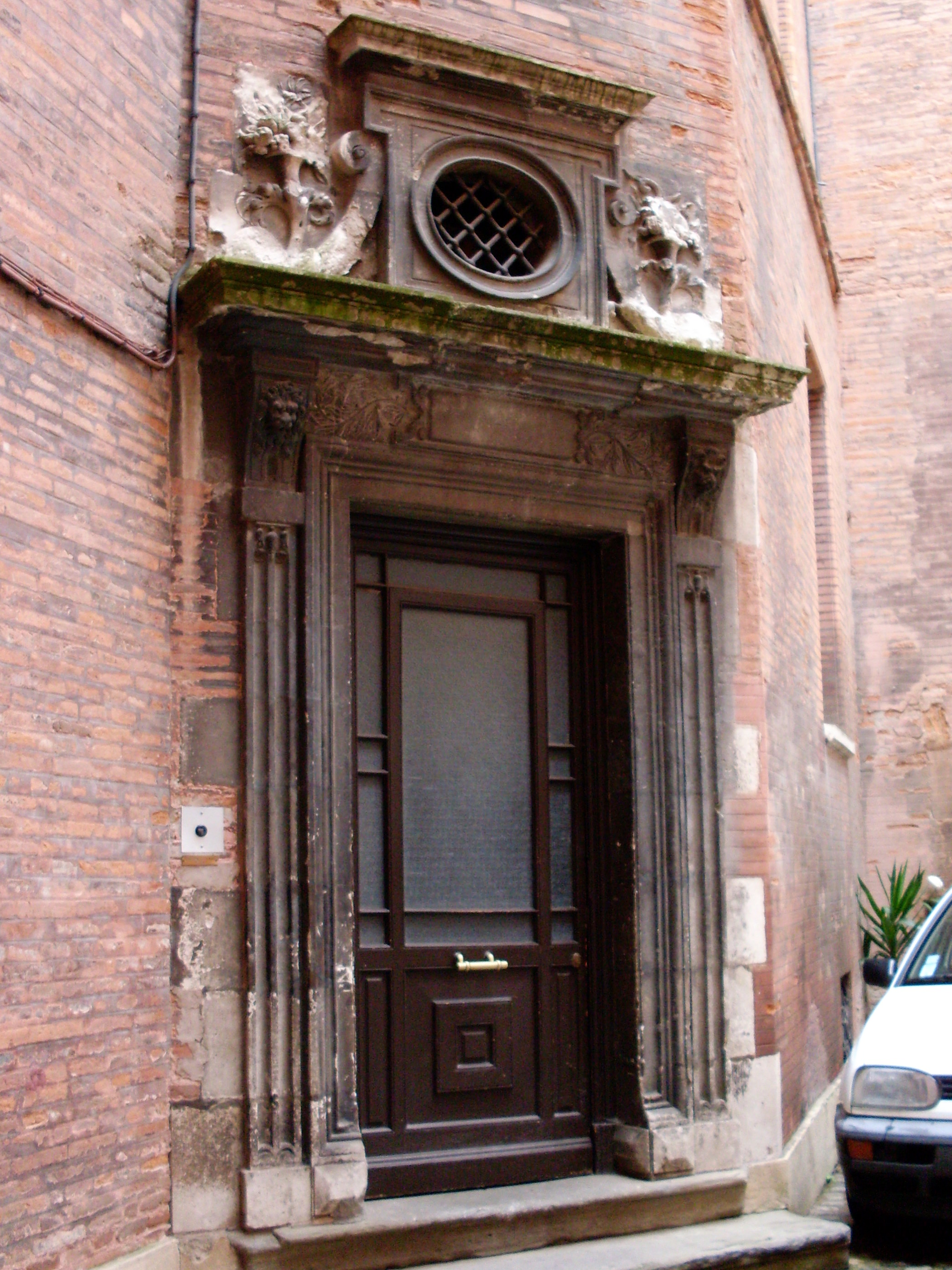
Massas : porte d'origine, initialement sur la façade ouest, maintenant sur la façade sud.
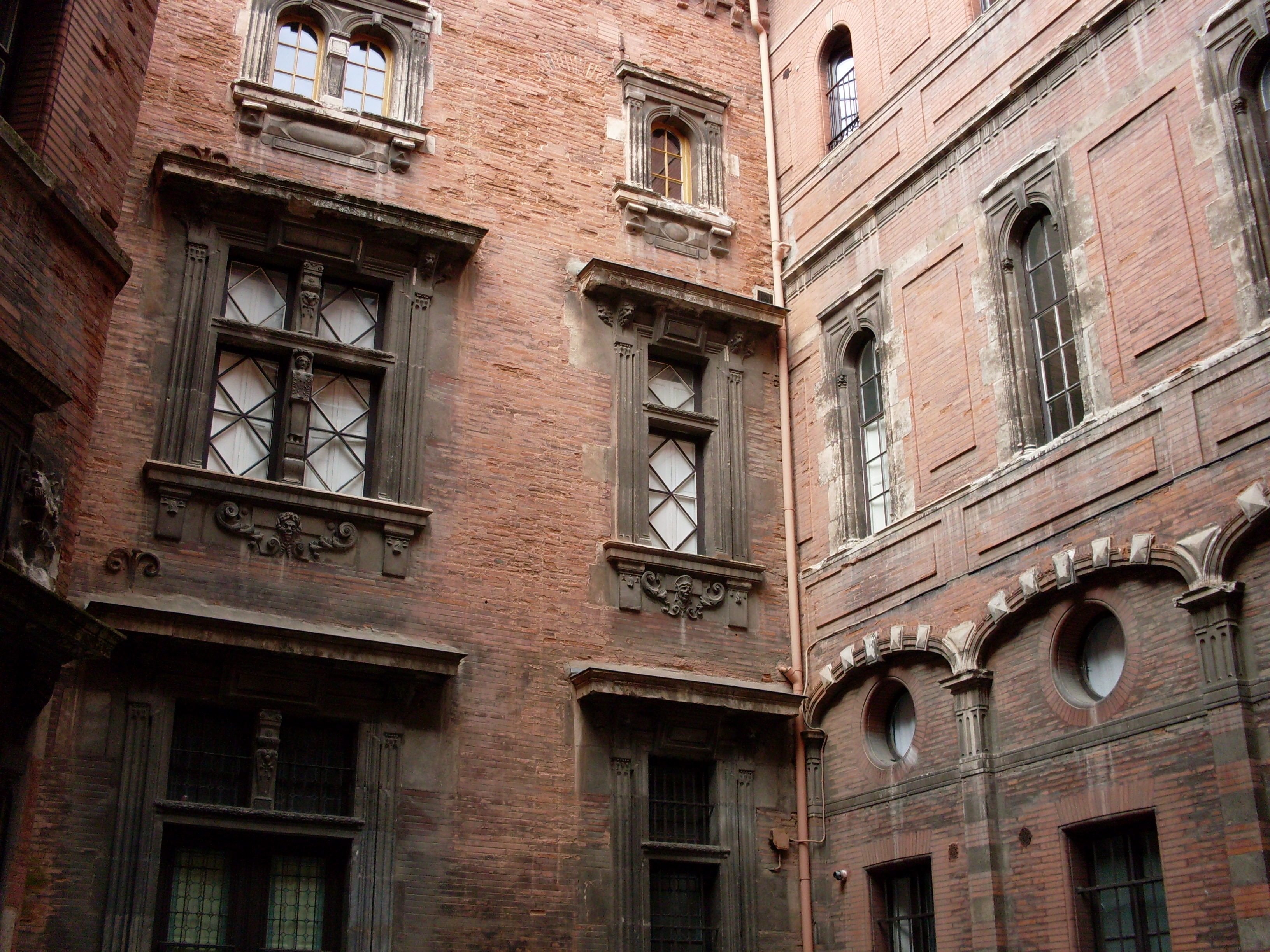
Massas : façade ouest.
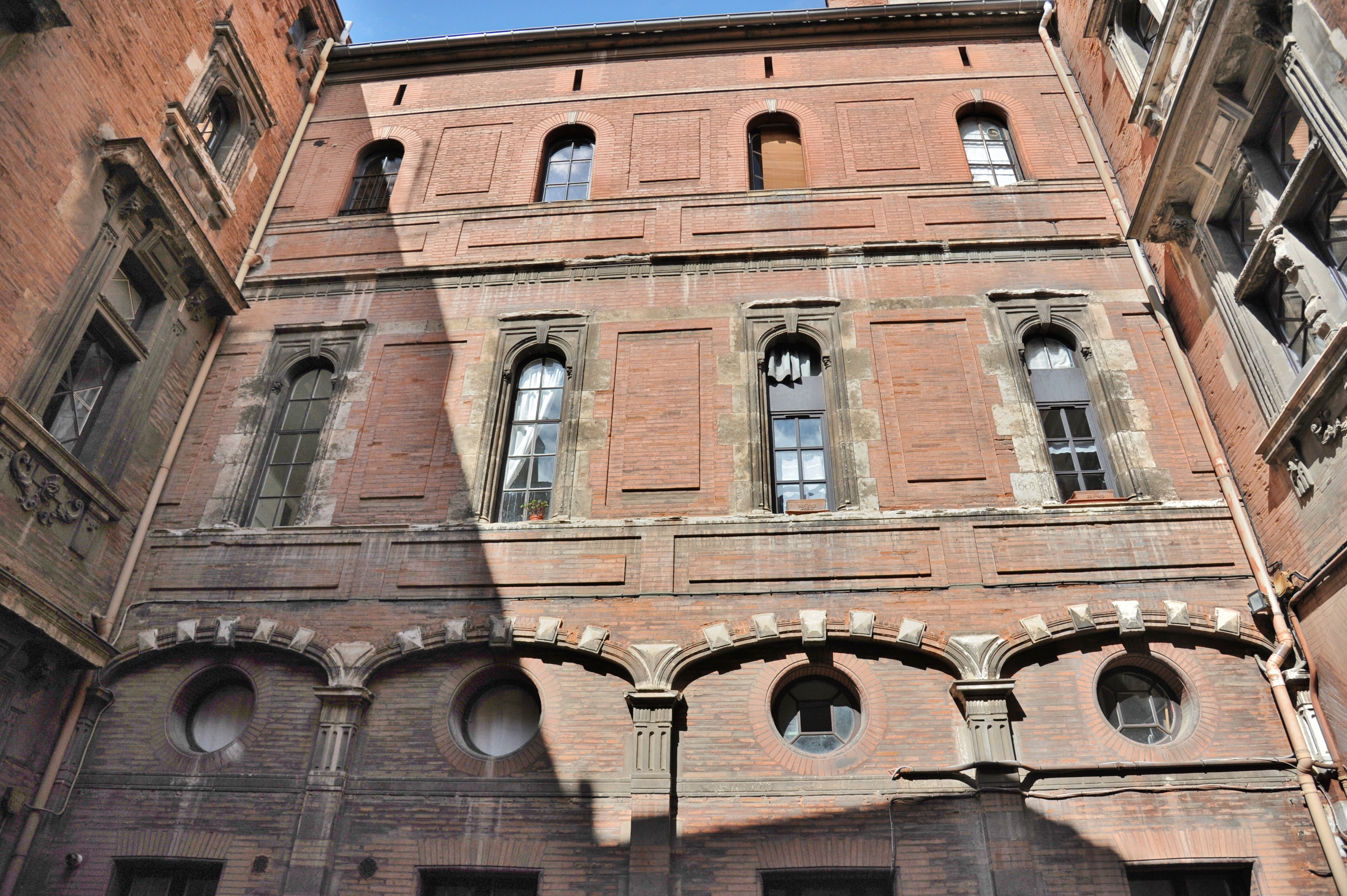
Massas : façade nord remaniée au XIXe siècle.
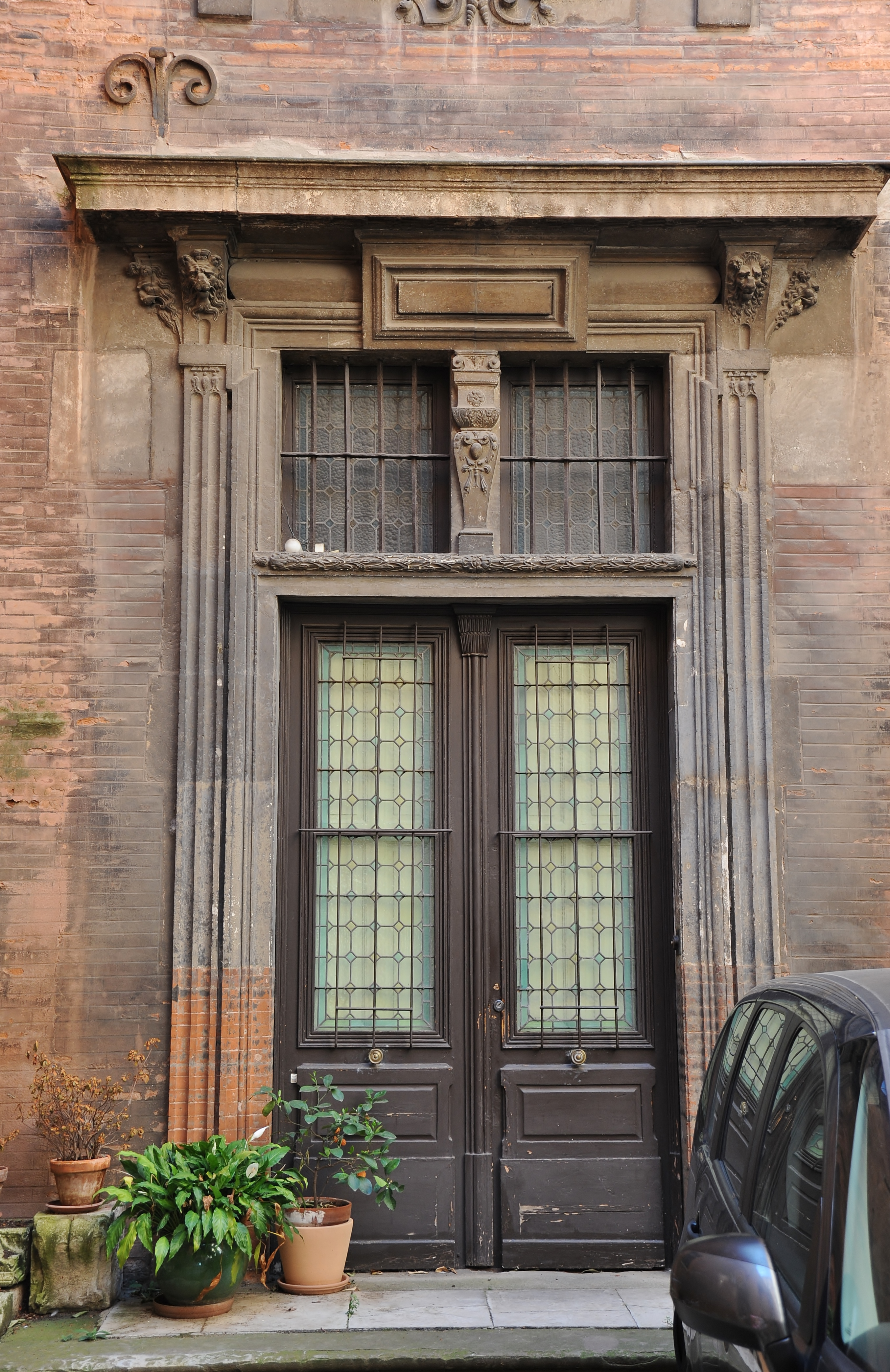
Massas : fenêtre transformée en porte lors du remaniement du XIXe siècle.
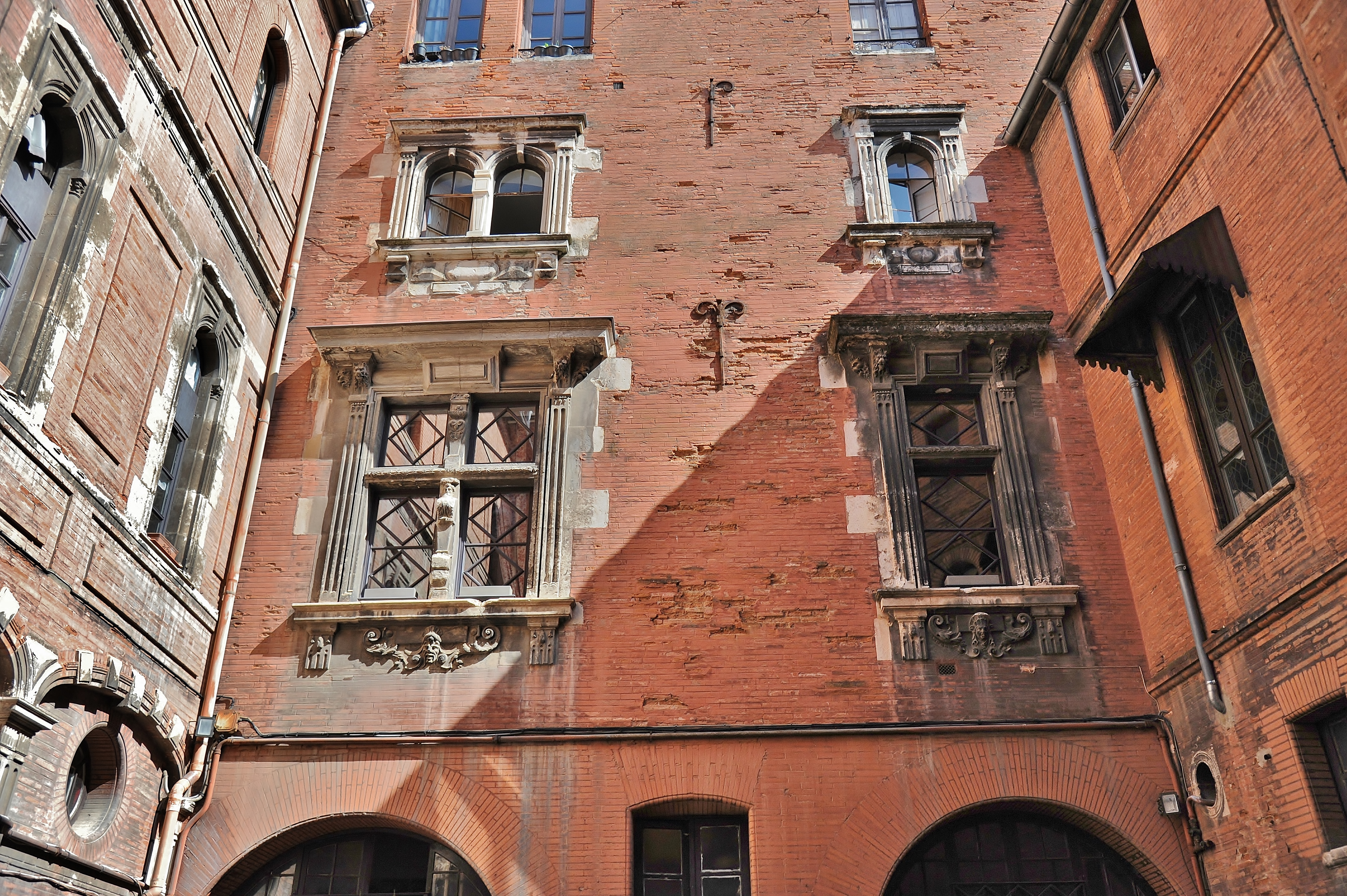
Massas : façade est.
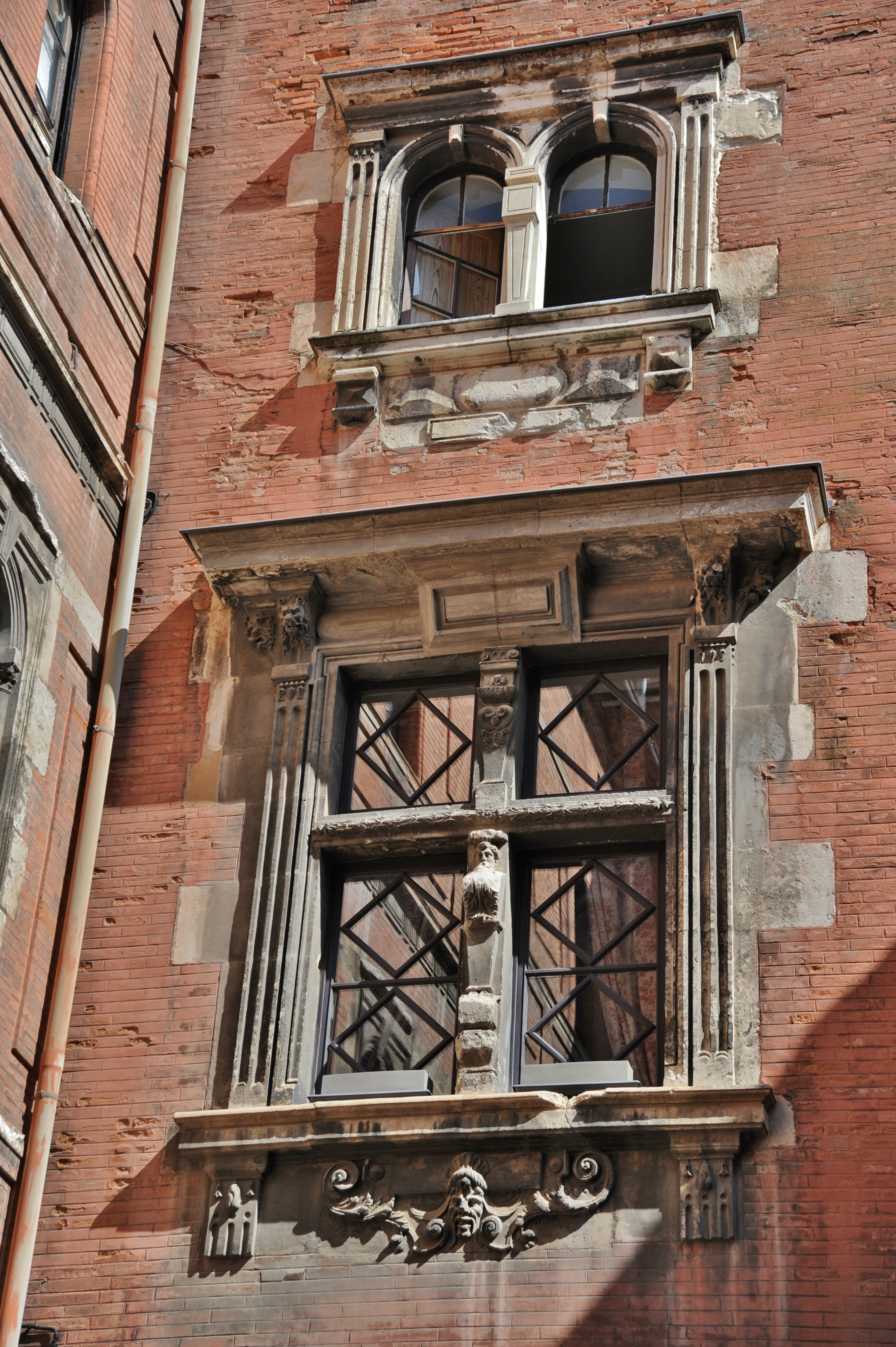
Massas : fenêtres.
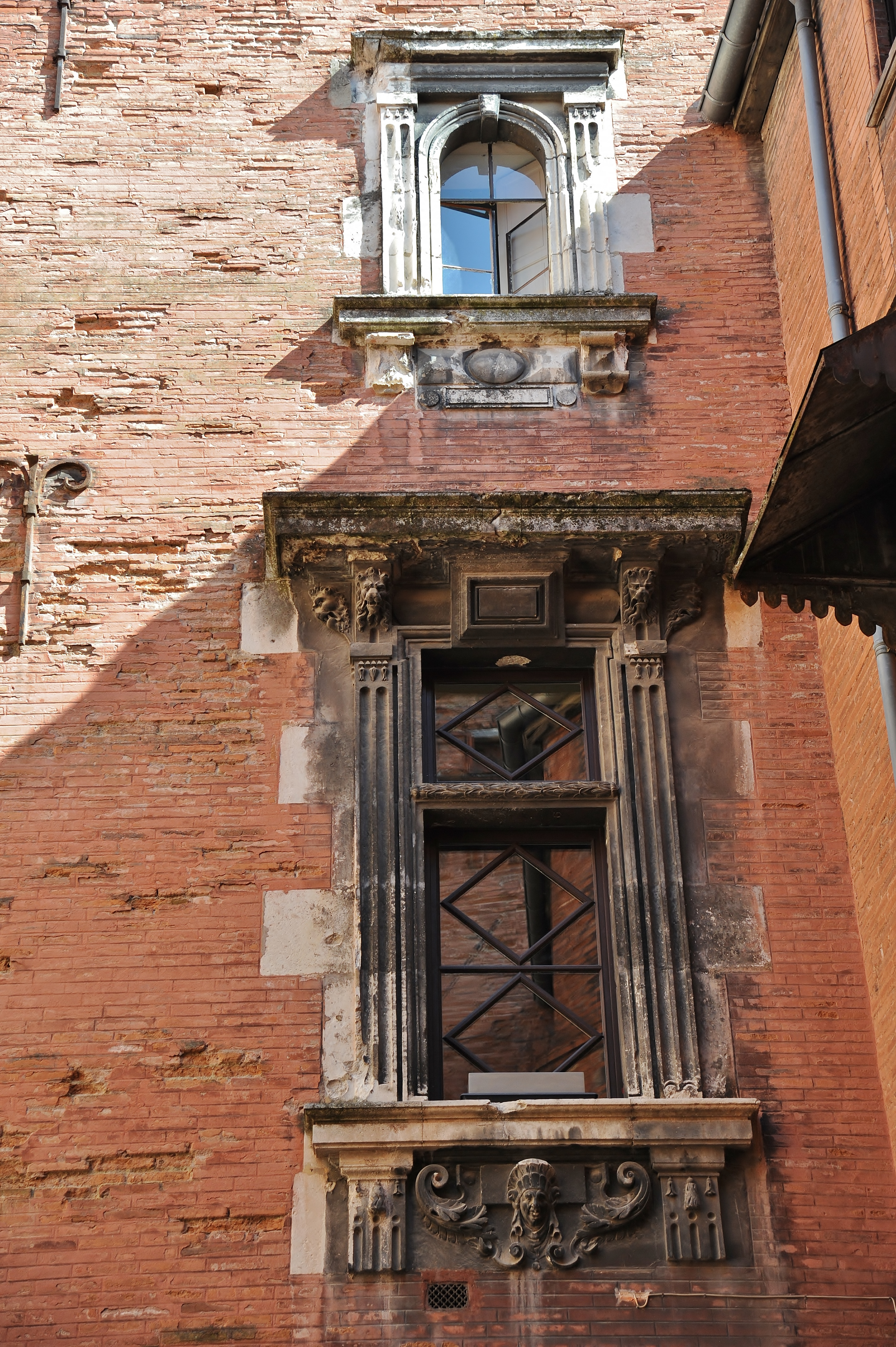
Massas : fenêtres.
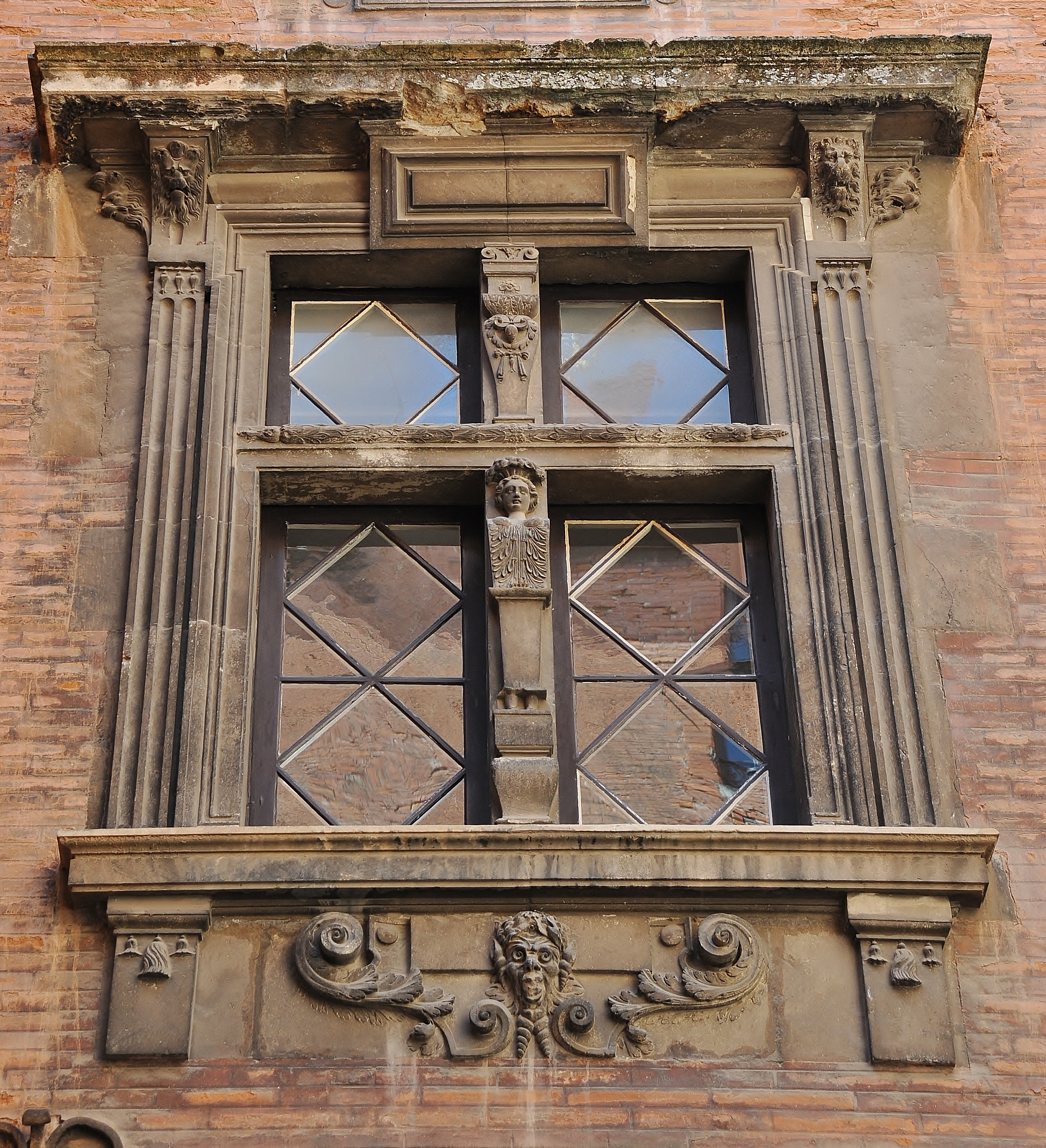
Massas : fenêtre.

#### L'hôtel Dumay
Adresse : 7 rue du May. Inscrit MH.
Antoine Dumay, premier médecin de la reine de Navarre, fait bâtir son hôtel entre 1580 et 1600. Derrière un haut mur de brique et une grande porte cochère se trouve une cour d'une belle harmonie, ceinte de quatre corps de bâtiment. Les ailes sont desservies de manière traditionnelle par des escaliers en vis et des galeries. Tables et cabochons de marbres polychromes pyrénéens viennent décorer les façades.

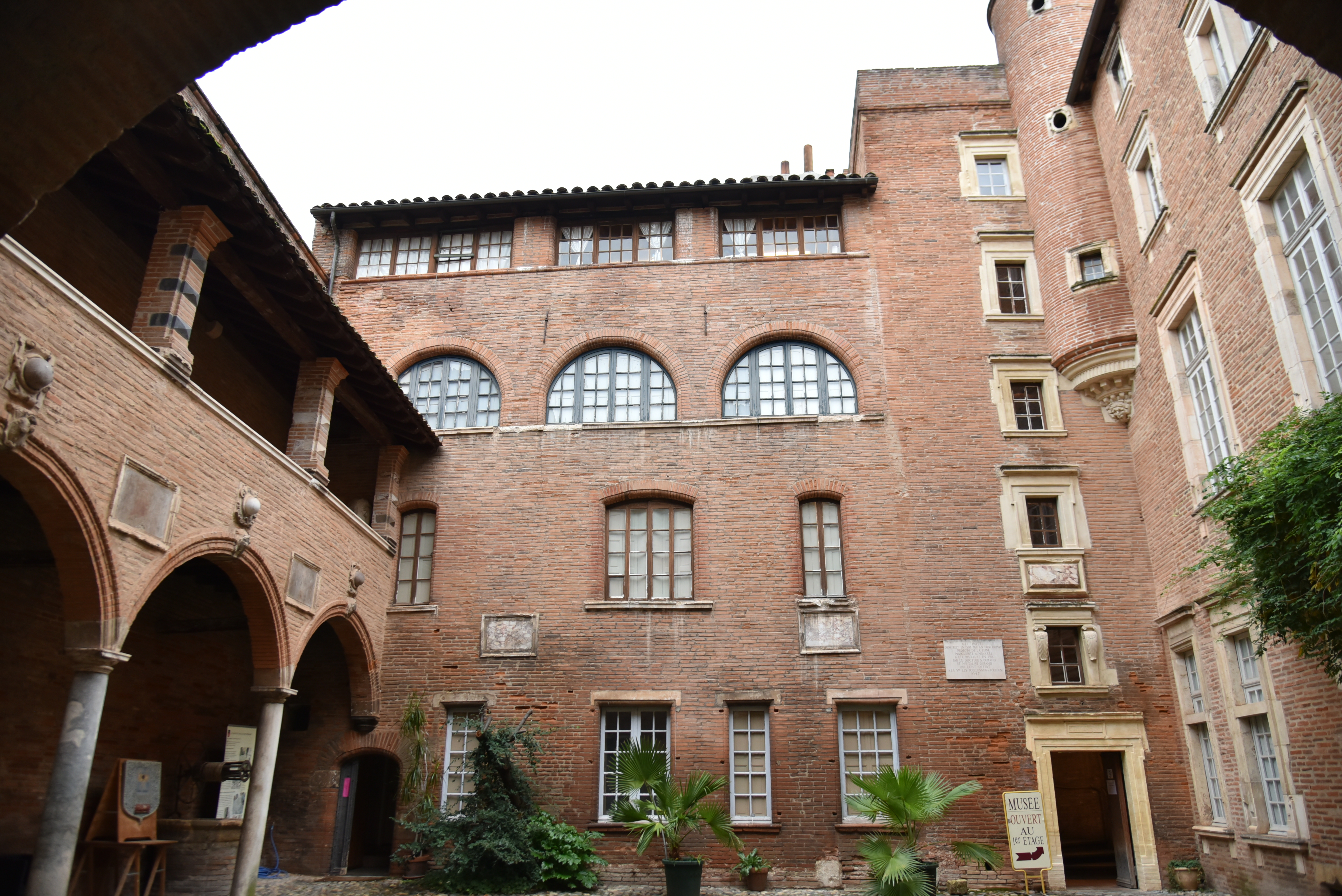
Hôtel Dumay.
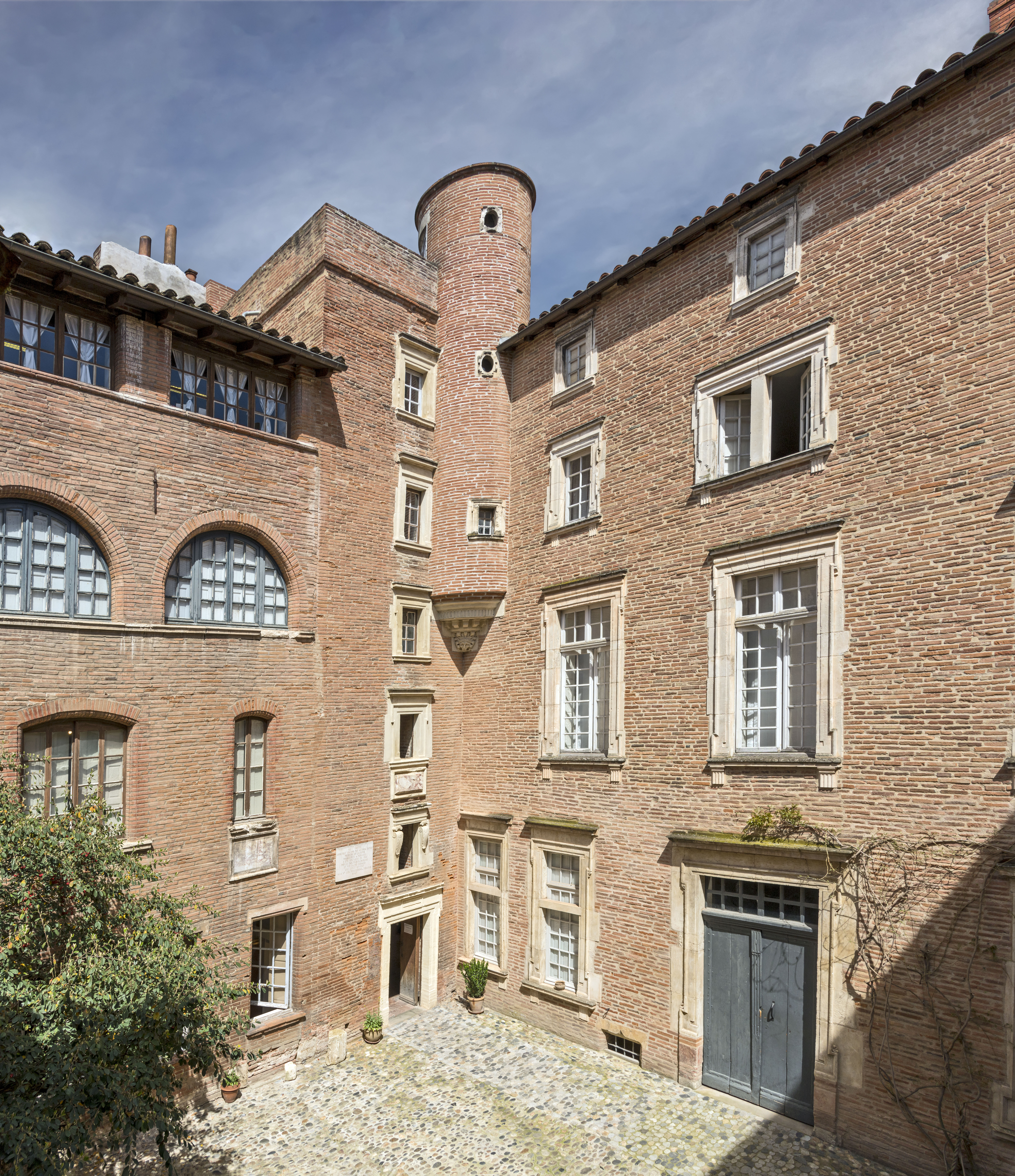
Hôtel Dumay.
Dumay, façade est.
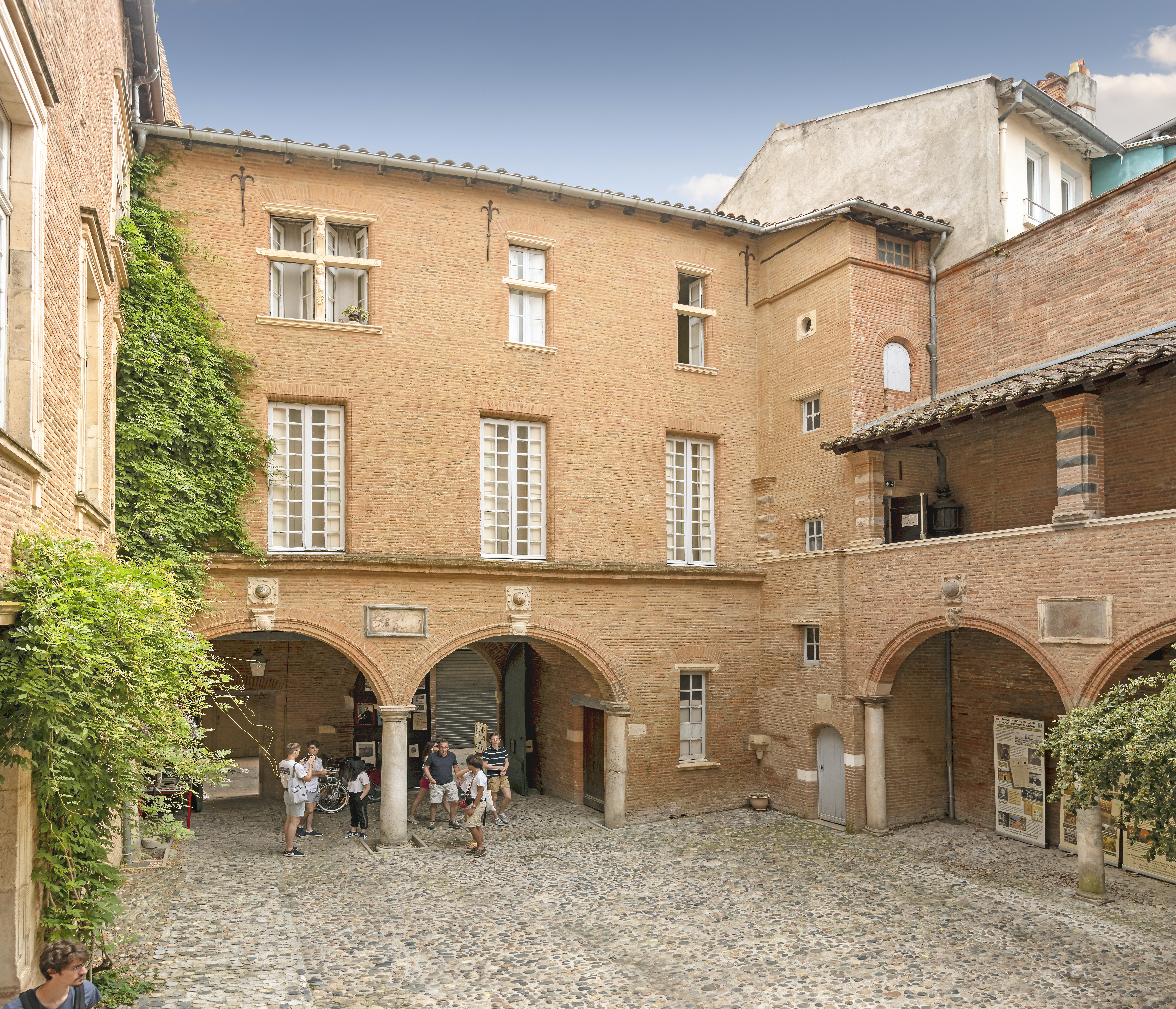
Dumay, façade sud.
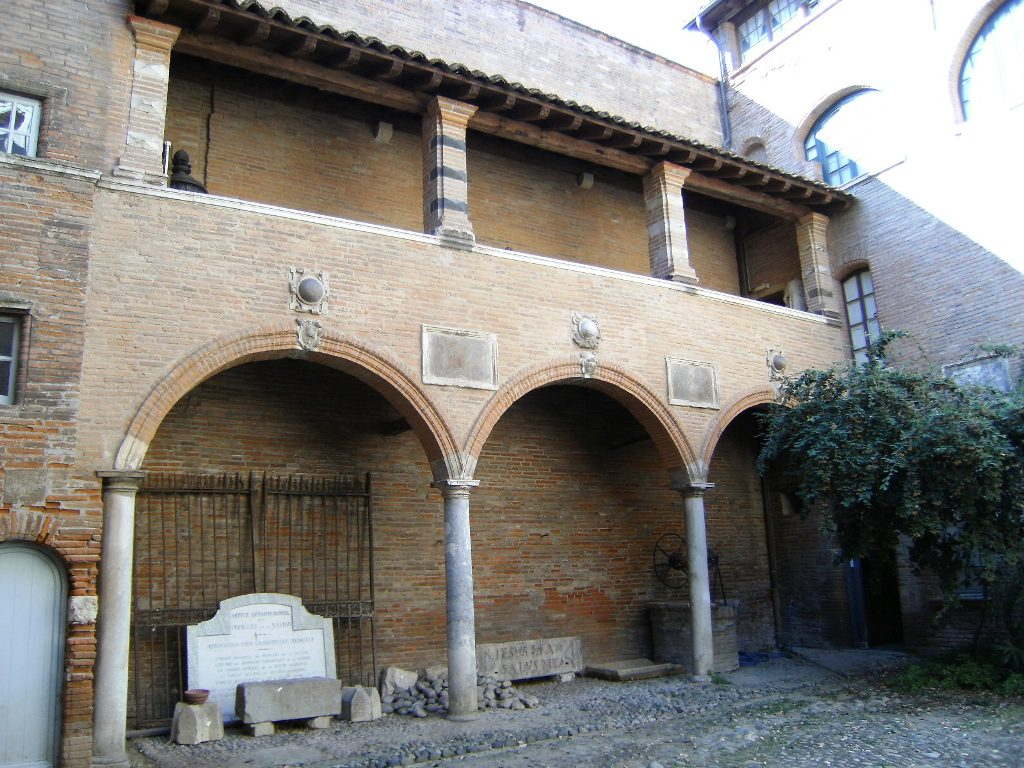
Dumay : Portique dans la cour.
Dumay : tour d'escalier et sa tourelle.
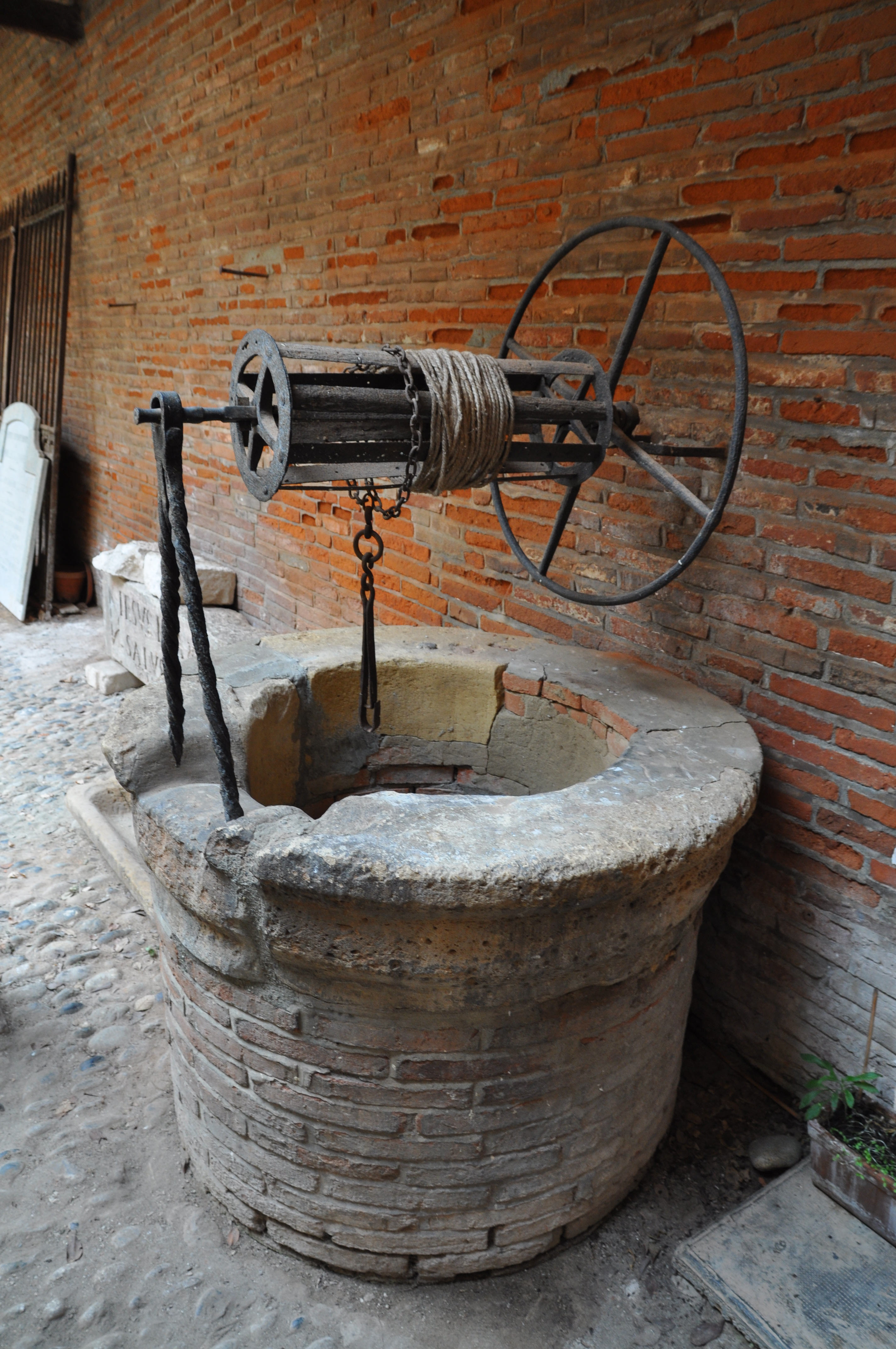
Dumay : puits.
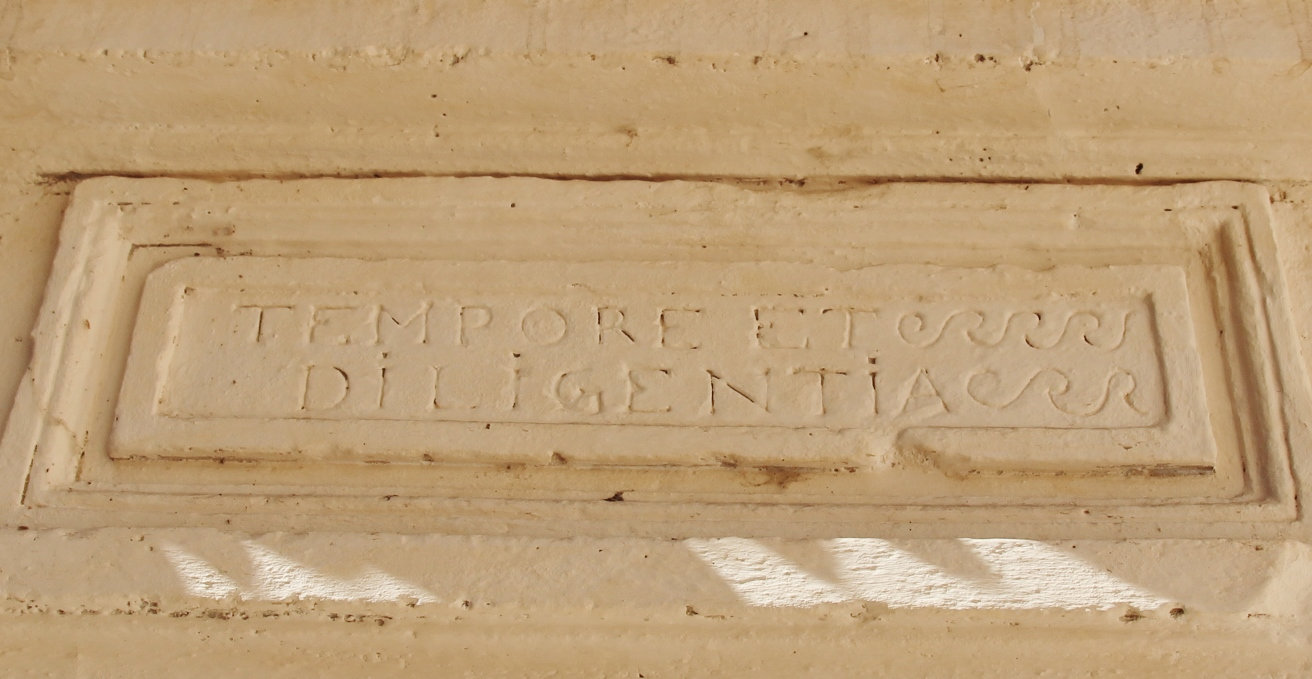
Dumay : TEMPORE ET DILIGENTIA (« Par le temps et l'application »).
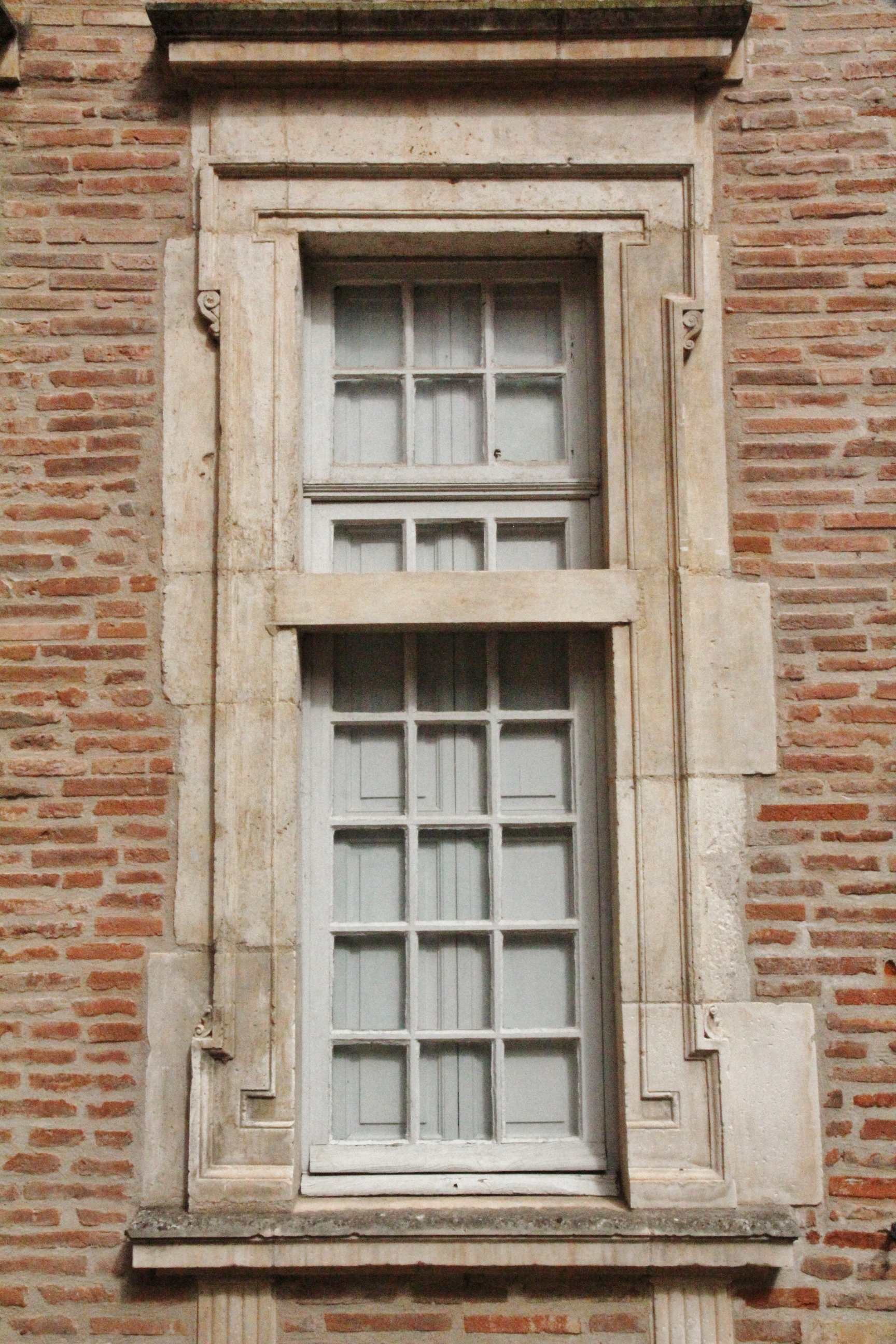
Dumay : fenêtre.
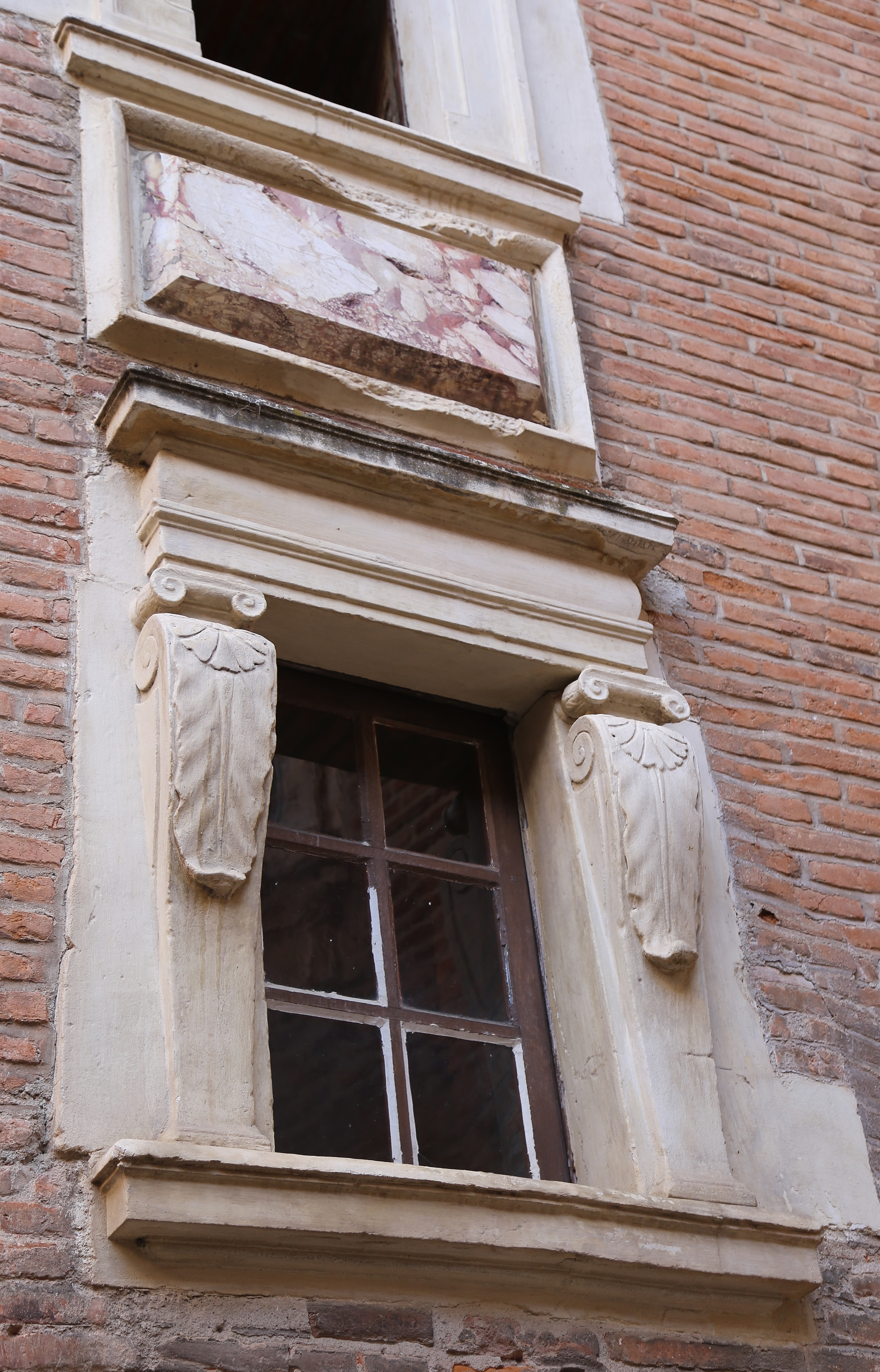
Dumay : fenêtre.

#### L'hôtel du Vieux-Raisin (deuxième et troisième campagnes)
Adresse : 36 rue du Languedoc. Classé MH.
En 1547, le parlementaire Jean de Burnet acquiert l'hôtel de Béringuier Maynier. Entre 1547 et 1577 il fait agrandir la cour d'honneur et lui donne une forme carrée avec le prolongement des ailes (au-delà de la première travée). Elle est fermée par un portique dont les colonnes doriques et l'alternance brique-pierre s'inspirent de la loggia d'Assézat. 
Entre 1580 et 1591 l'évêque Pierre de Lancrau, devenu propriétaire, fait surélever la grande tour d'escalier et édifier plusieurs fenêtres à atlantes.
Dans la cour, certaines fenêtres à atlantes de l'étage pourraient dater de la deuxième campagne de travaux et être de la main de Nicolas Bachelier, celles du rez-de-chaussée seraient de la troisième campagne (fin du XVIe siècle). Les atlantes et cariatides décorant les fenêtres sont remarquables de diversité et de réalisme, à l'étage leurs musculatures crispées semblent difficilement porter l'entablement des baies, au rez-de-chaussée les personnages hybrides aux pattes de lion ou en pilastres affichent un grand réalisme anatomique et psychologique. D'autres motifs sculptés abondent dans les encadrements et font référence aux décors d'édifices royaux comme la Galerie François Ier à Fontainebleau et s'inspirent même parfois d'œuvres célèbres de Benvenuto Cellini et de Michel-Ange.

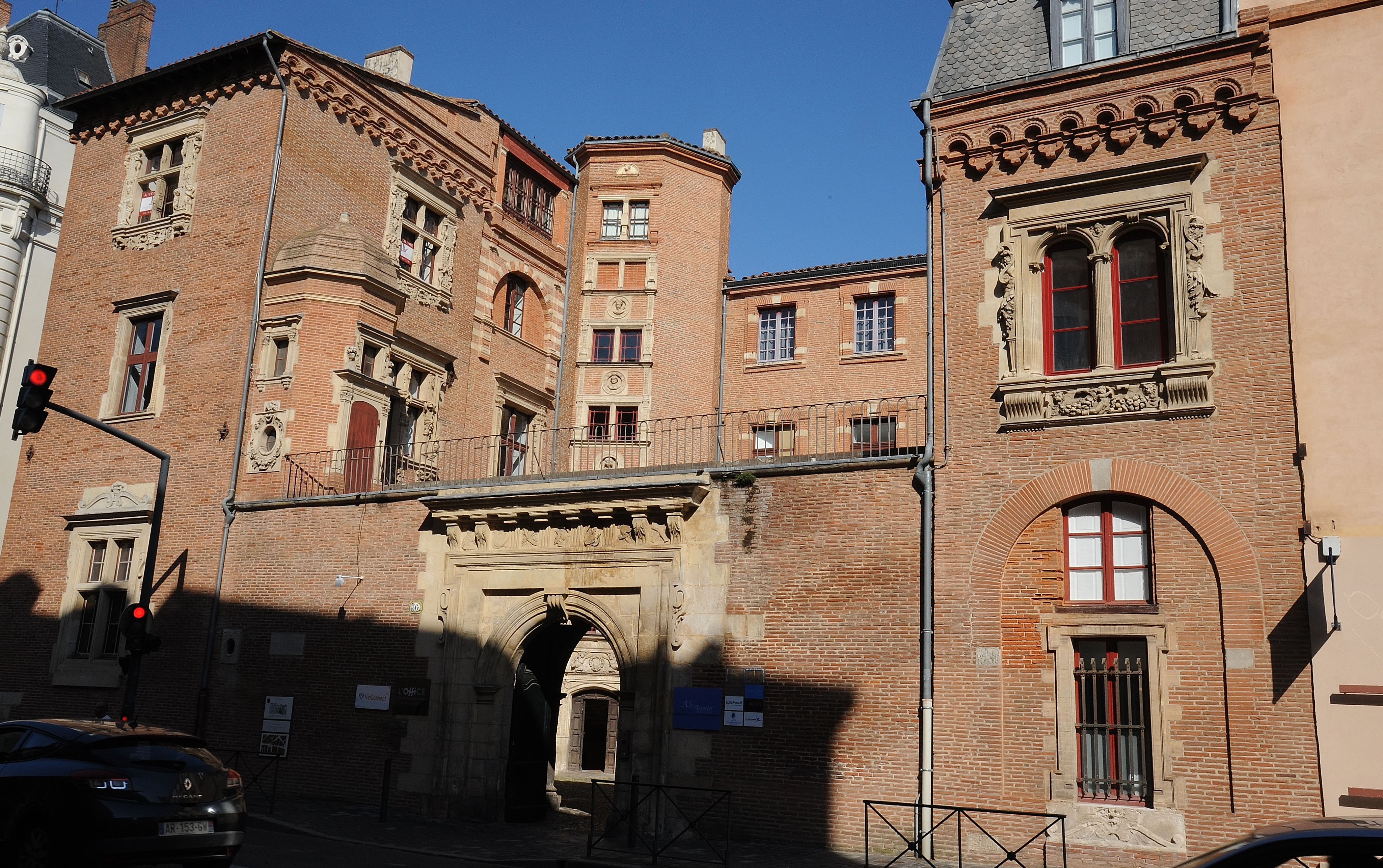
Hôtel du Vieux-Raisin.
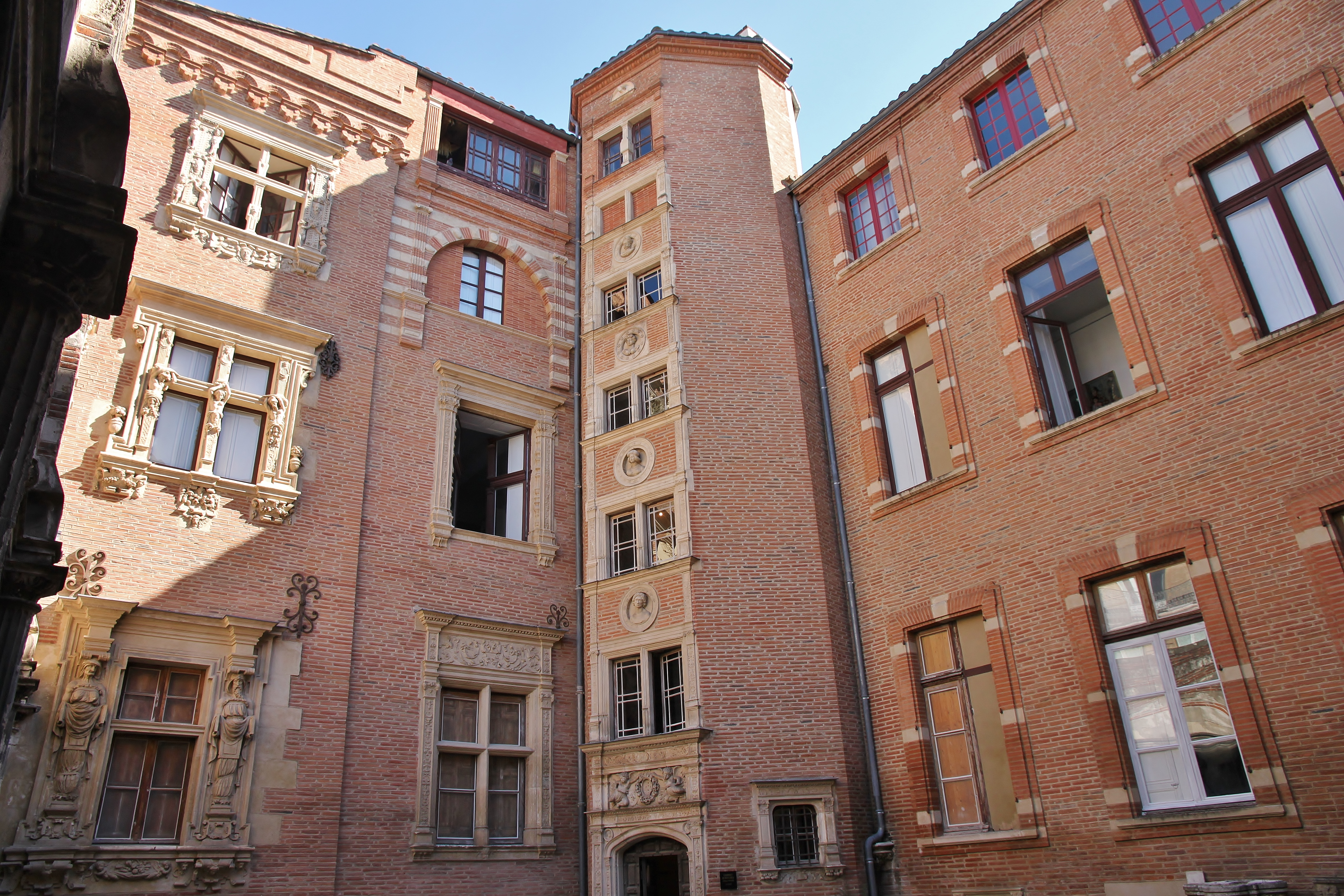
Vieux-Raisin.
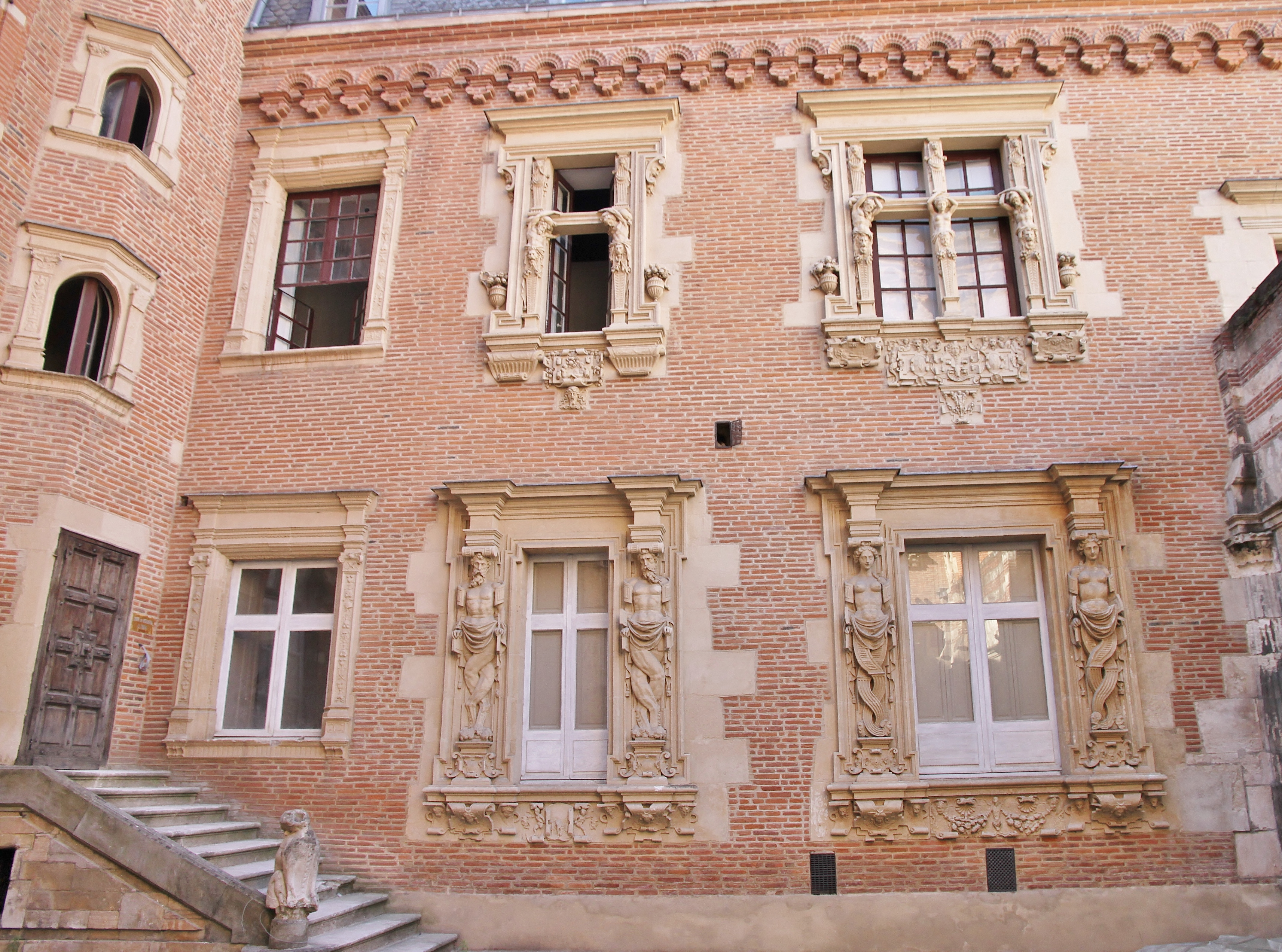
Vieux-Raisin.
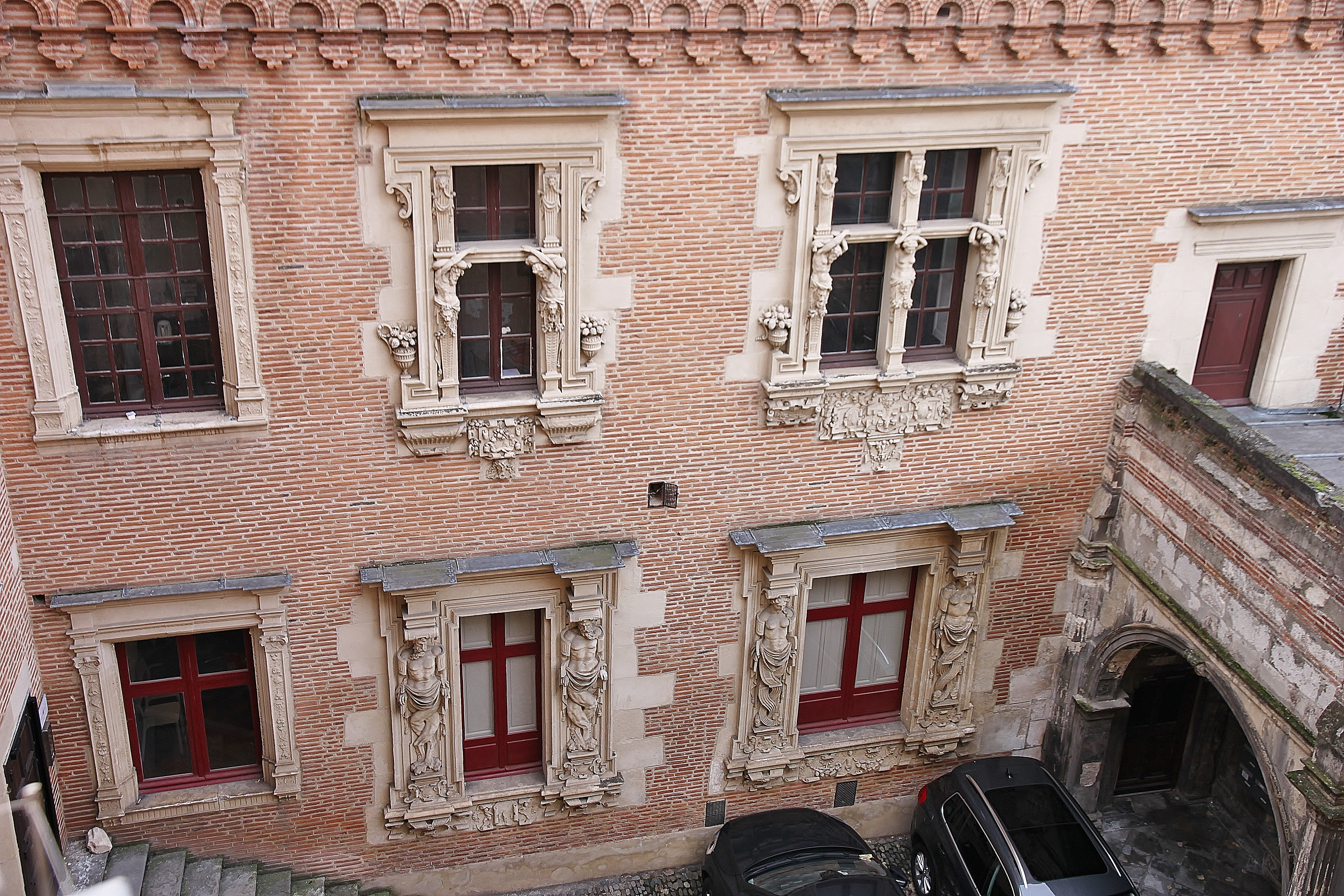
Vieux-Raisin.
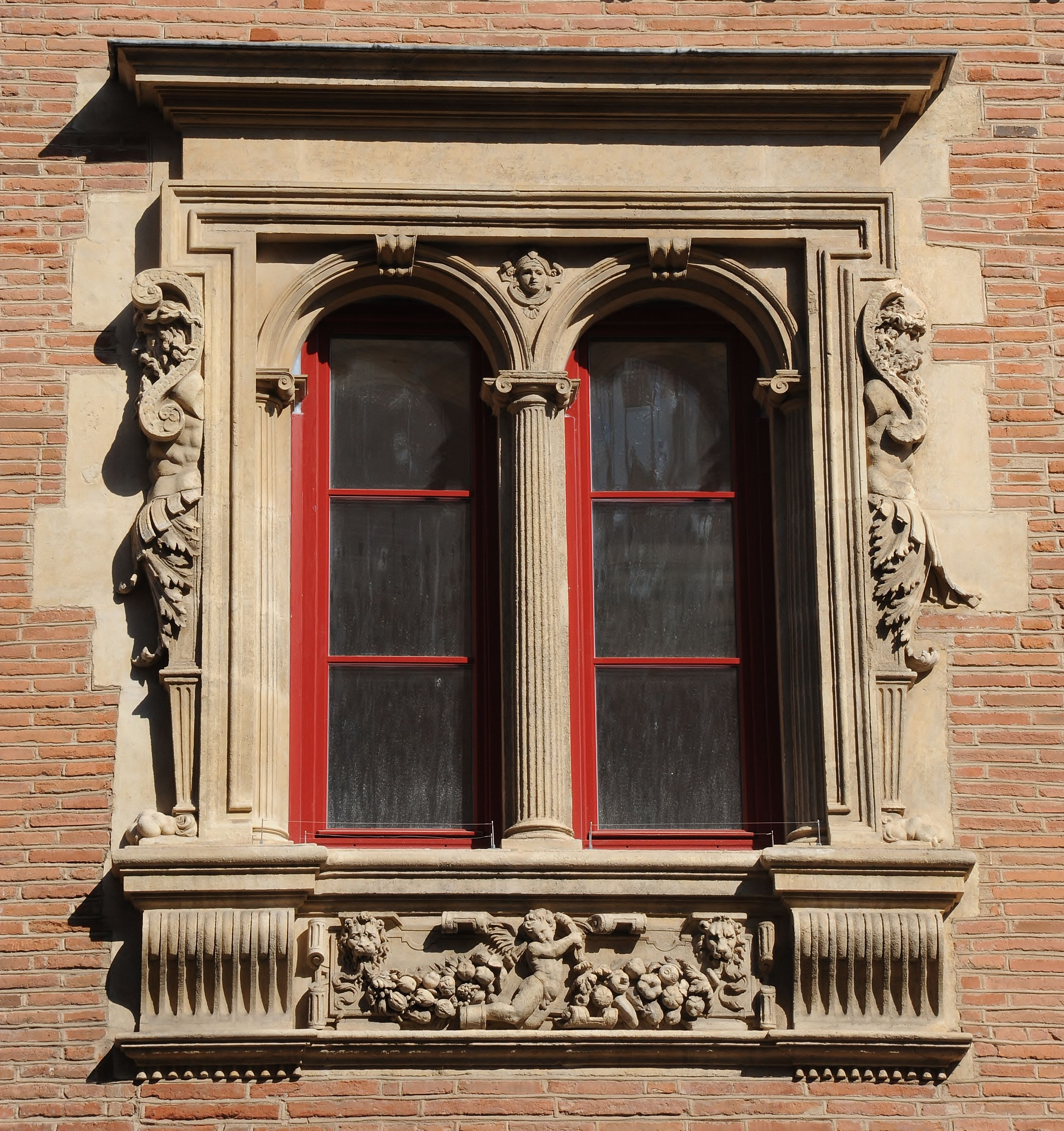
Vieux-Raisin : fenêtre.
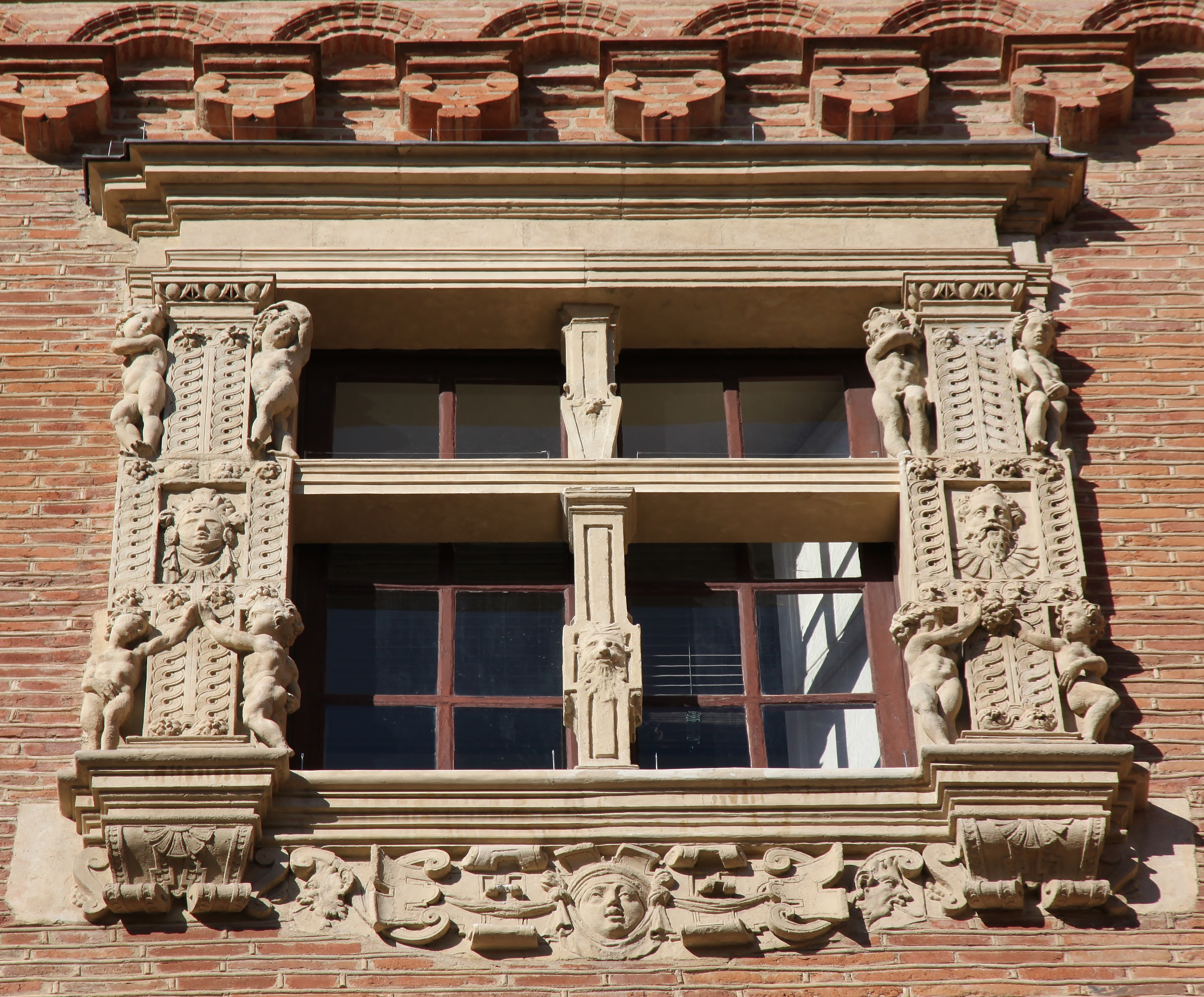
Vieux-Raisin : fenêtre.
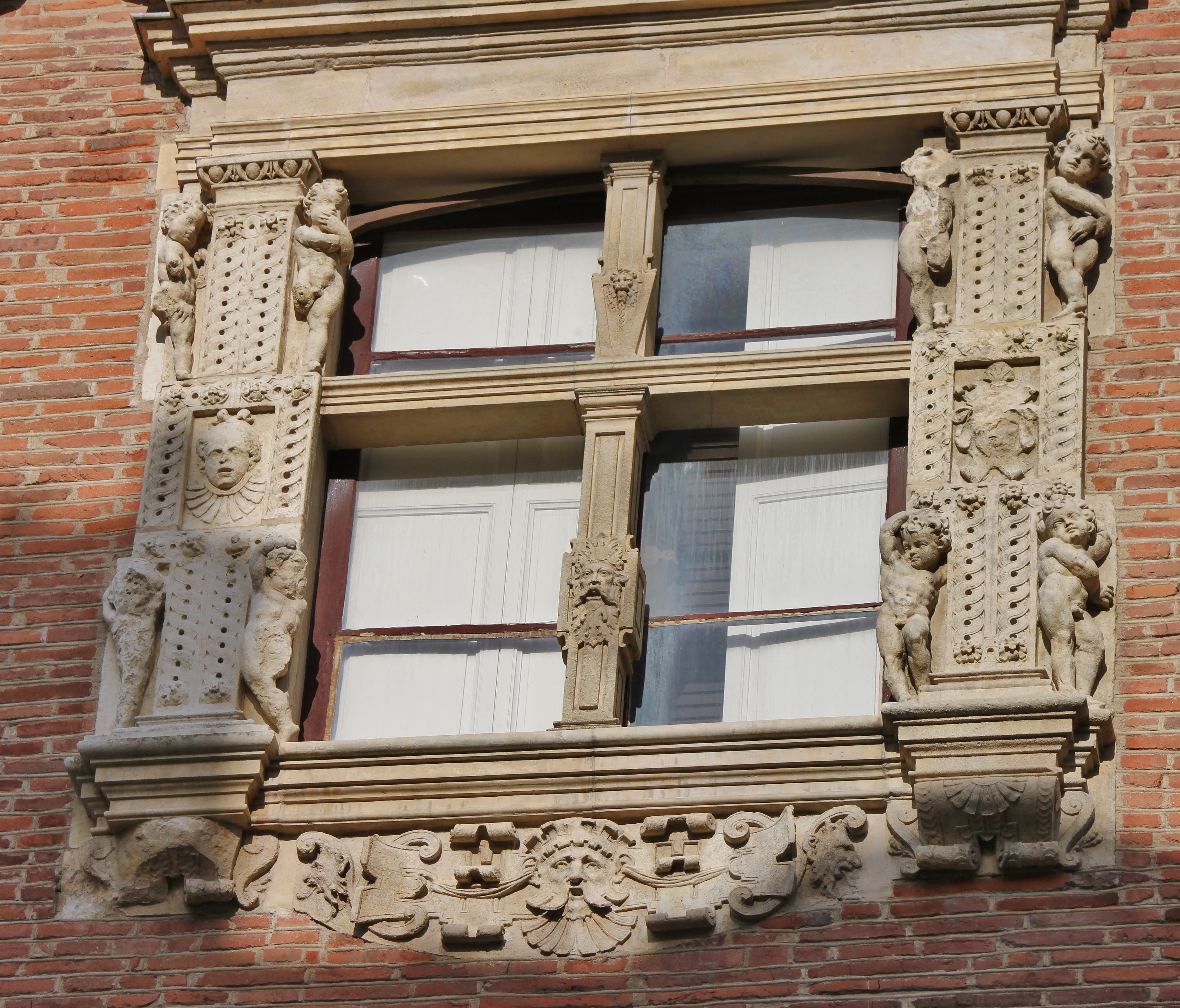
Vieux-Raisin : fenêtre.
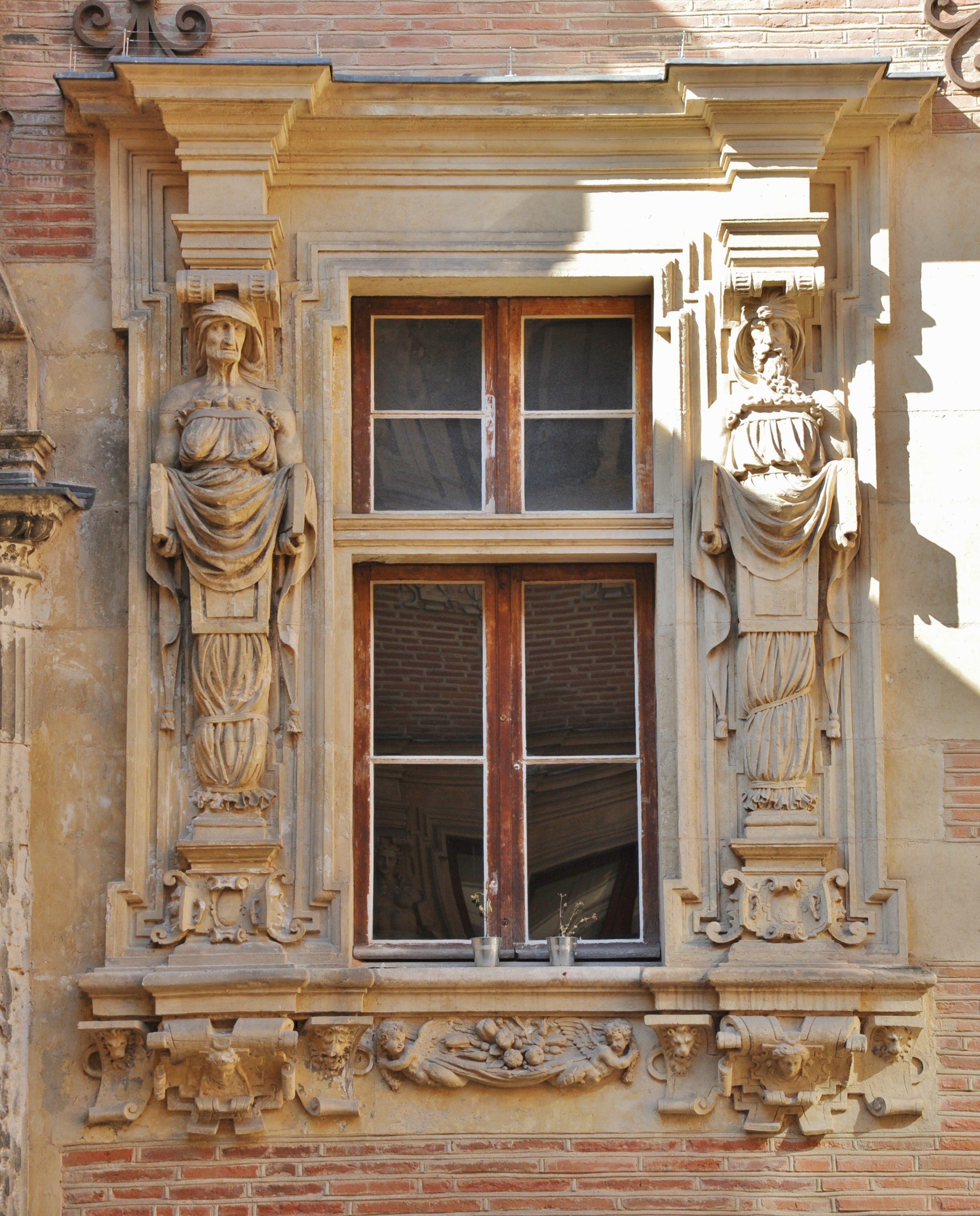
Vieux-Raisin : fenêtre.
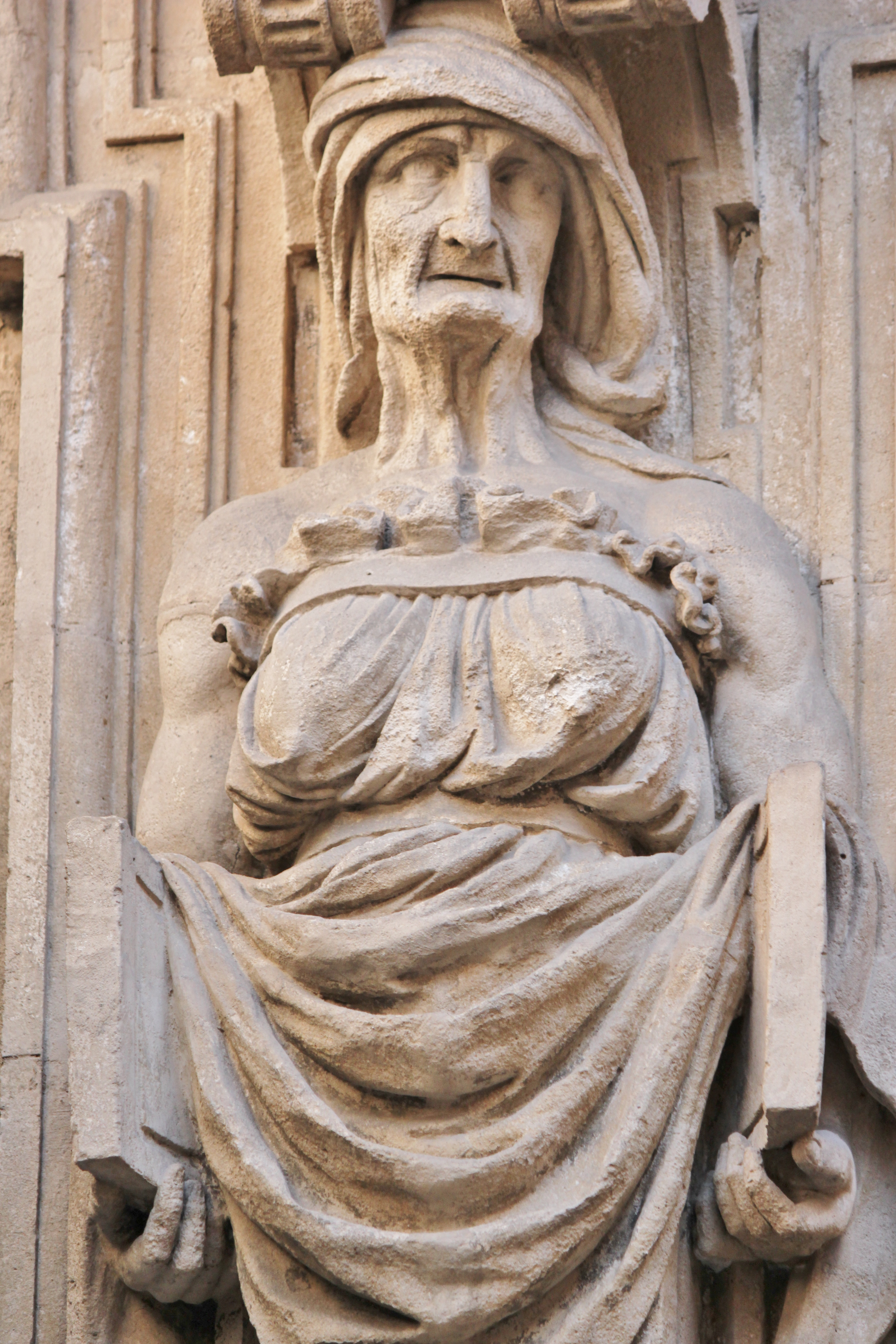
Vieux-Raisin : détail.
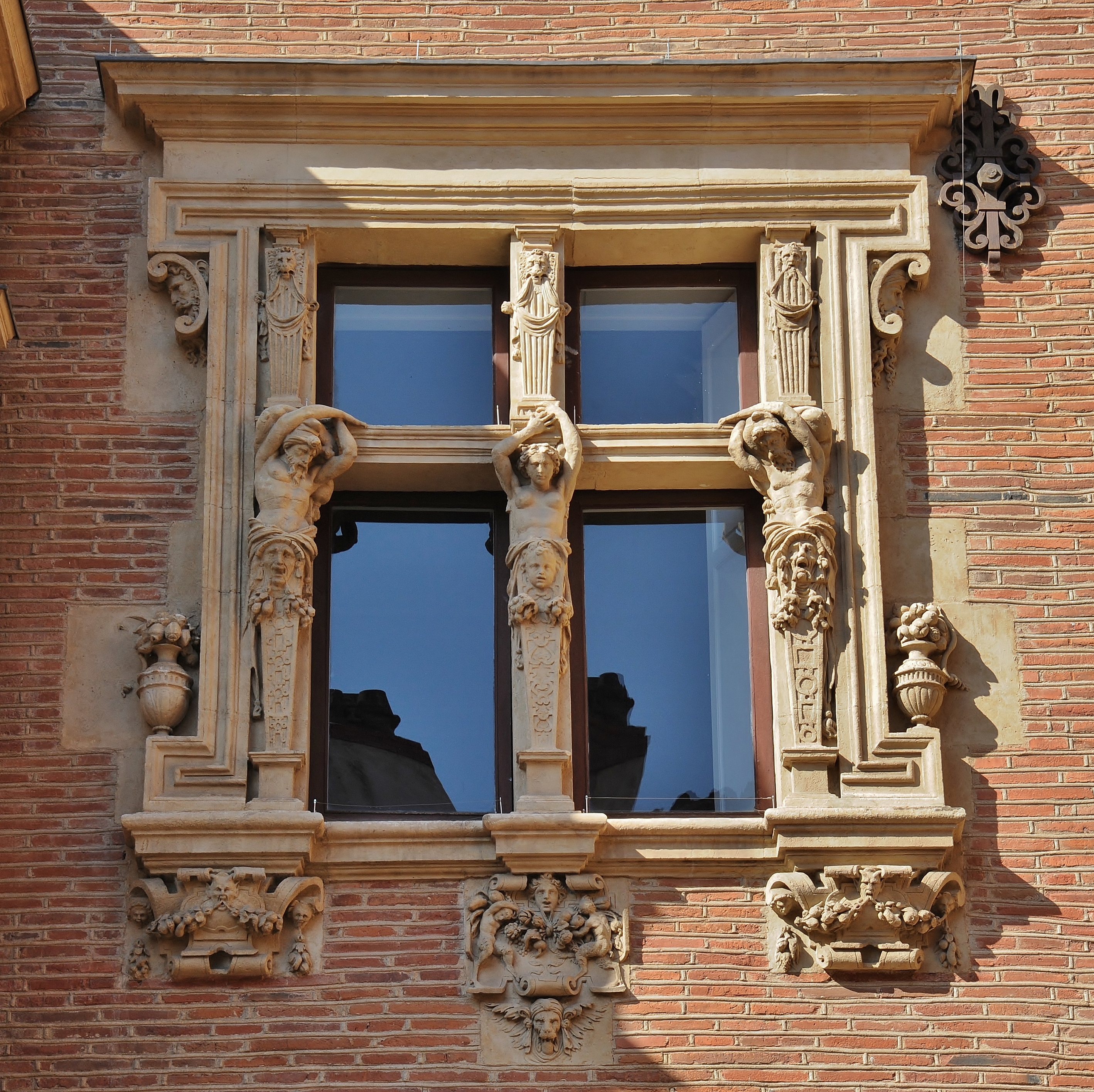
Vieux-Raisin : fenêtre.
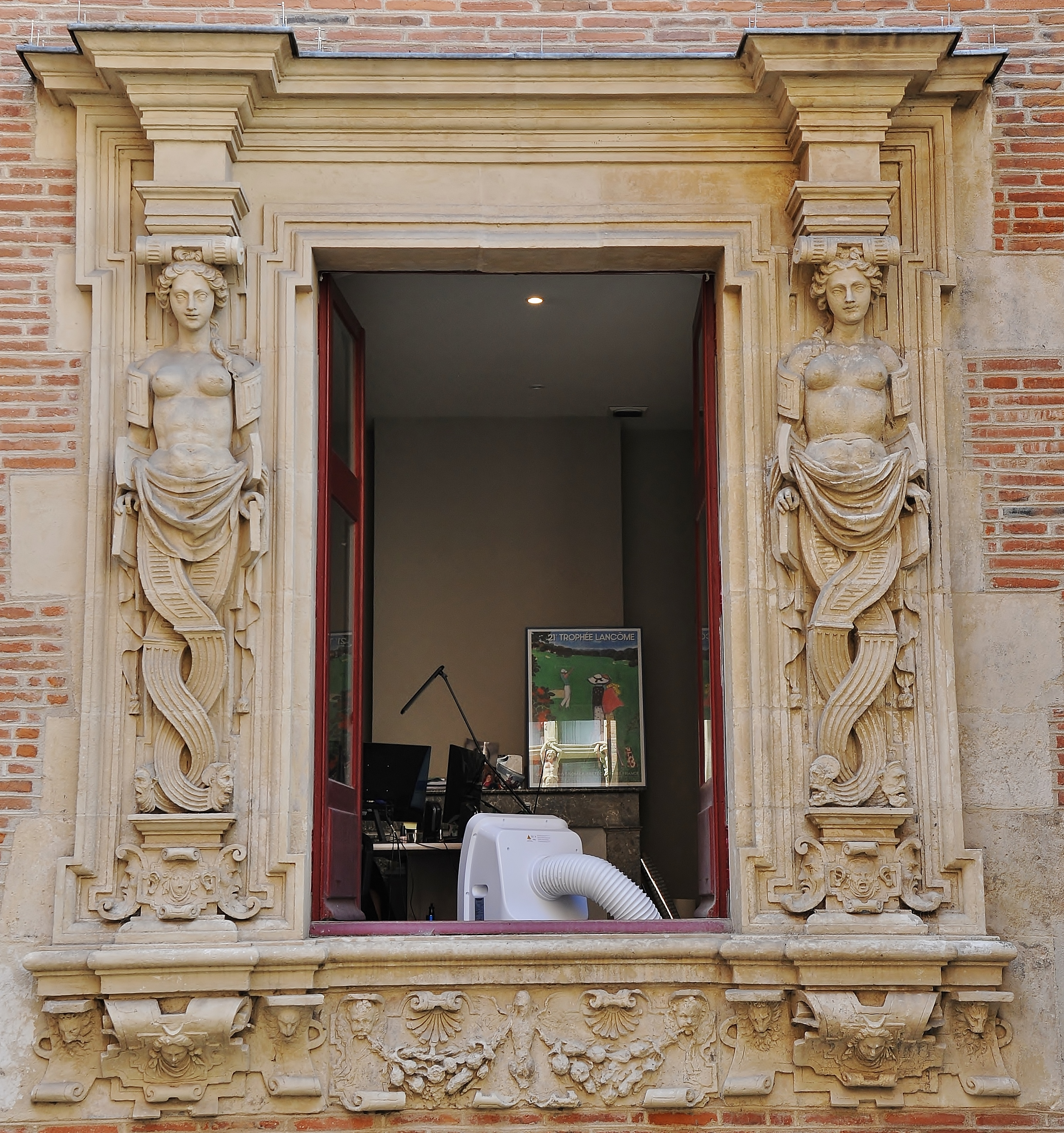
Vieux-Raisin : fenêtre.
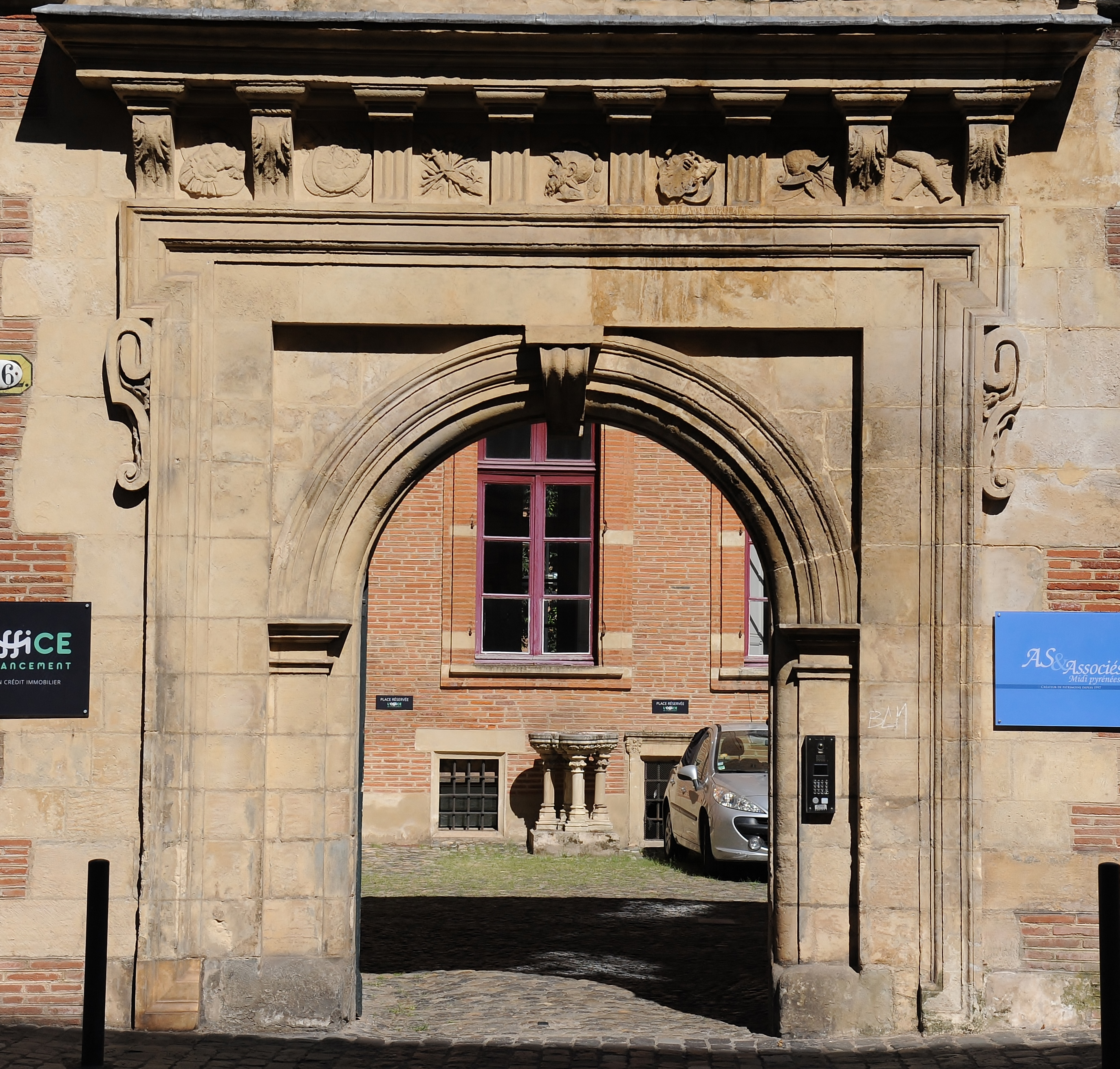
Vieux-Raisin : portail.

#### L'hôtel de Lestang
Adresse : 20 rue Saint-Jacques. Inscrit MH.
C'est le prélat Christophe de Lestang qui fait bâtir cet hôtel entre la fin du XVIe siècle et le début du XVIIe siècle. Tour à tour évêque de Lodève, d'Alet puis de Carcassonne, il constitue en plein quartier ecclésiastique une parcelle de 3 000 m2 avec un vaste jardin. Imposant bâtiment rectangulaire à deux étages, l'édifice est tourné vers le jardin où se trouvent sa belle façade et la porte d'entrée. Le décor est dans les ouvertures agrémentées de motifs de brique et de pierre qui forment des consoles au dernier étage. Aux angles du bâtiment, deux pilastres cannelés montent de fond en comble. L'entrée actuelle du bâtiment n'est pas celle d'origine, mais l'escalier est intact avec ses parois de brique et son décor classique de pilastres et de grandes niches à coquilles.
Sur la place Saint-Jacques, le portail reprend les codes esthétiques toulousains de cette époque. Son encadrement est composé d'une alternance de briques et de pierres, traitées en bossage ou végétalisées, créant une bichromie reprise dans l'encadrement des fenêtres à meneaux et à ailerons du corps, donnant alors une harmonie visuelle à l'ensemble du bâtiment.

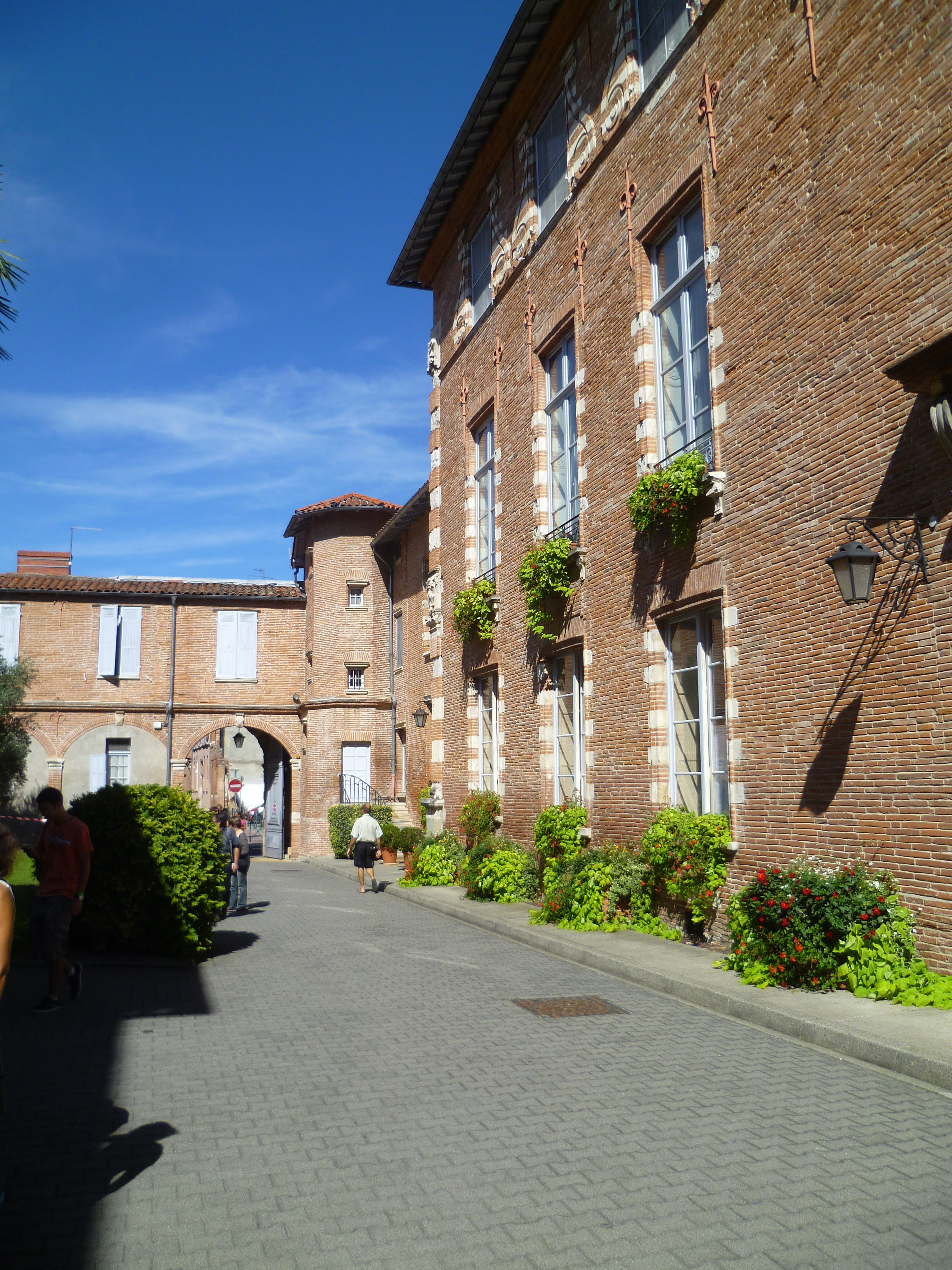
Hôtel de Lestang : cour.
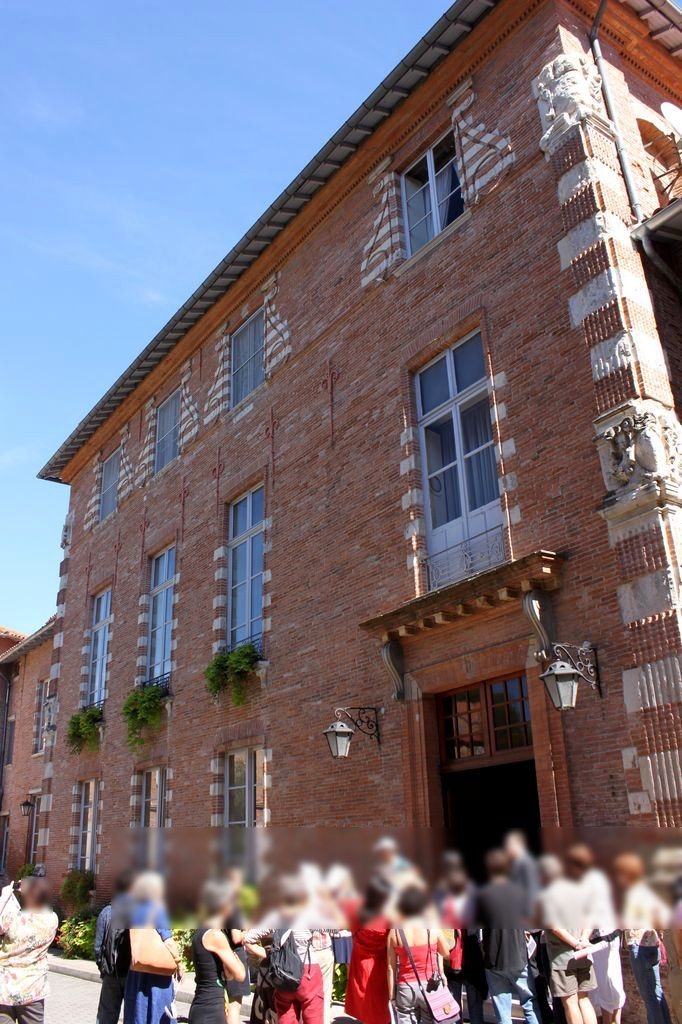
Hôtel de Lestang.
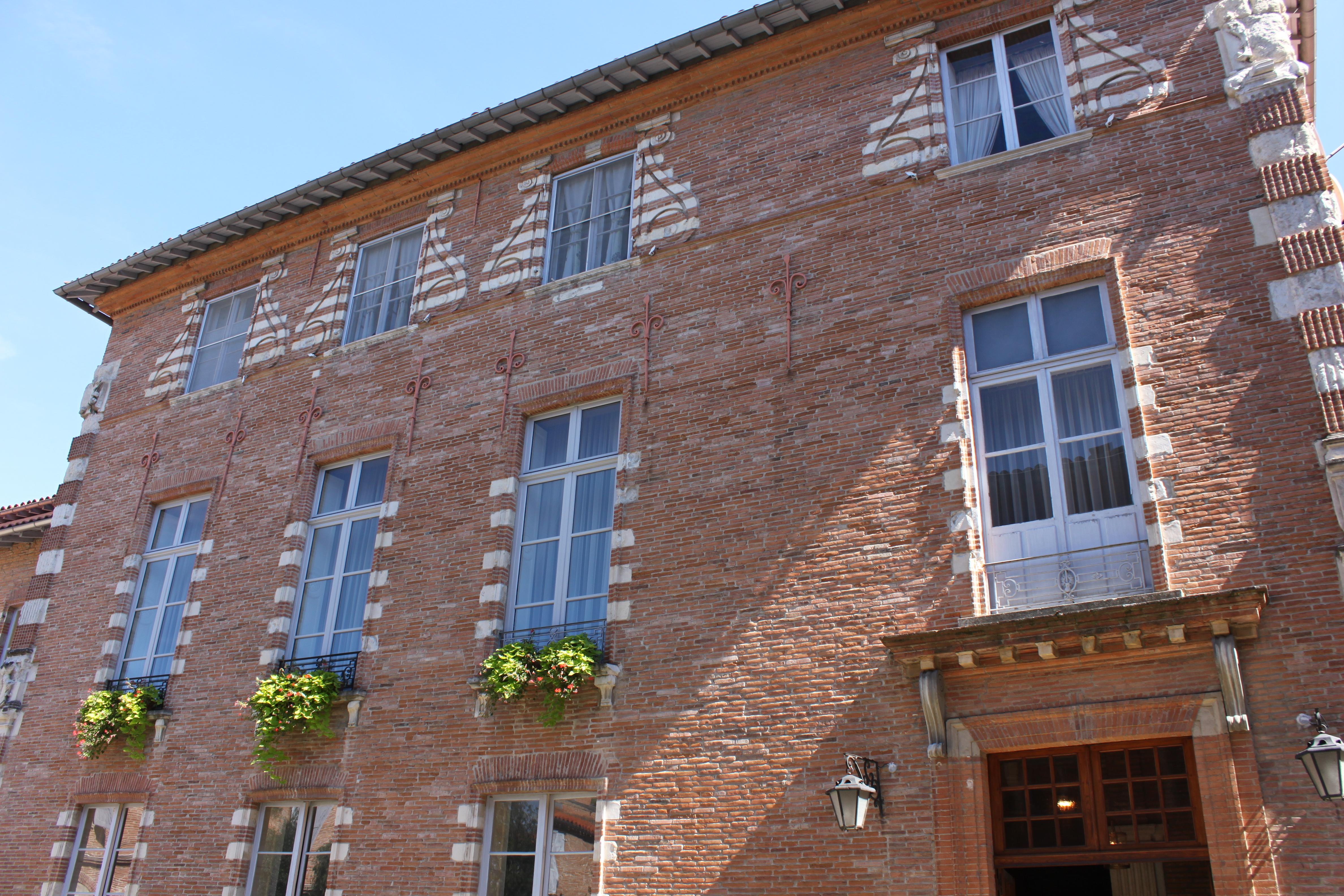
Hôtel de Lestang, façade sur jardin.
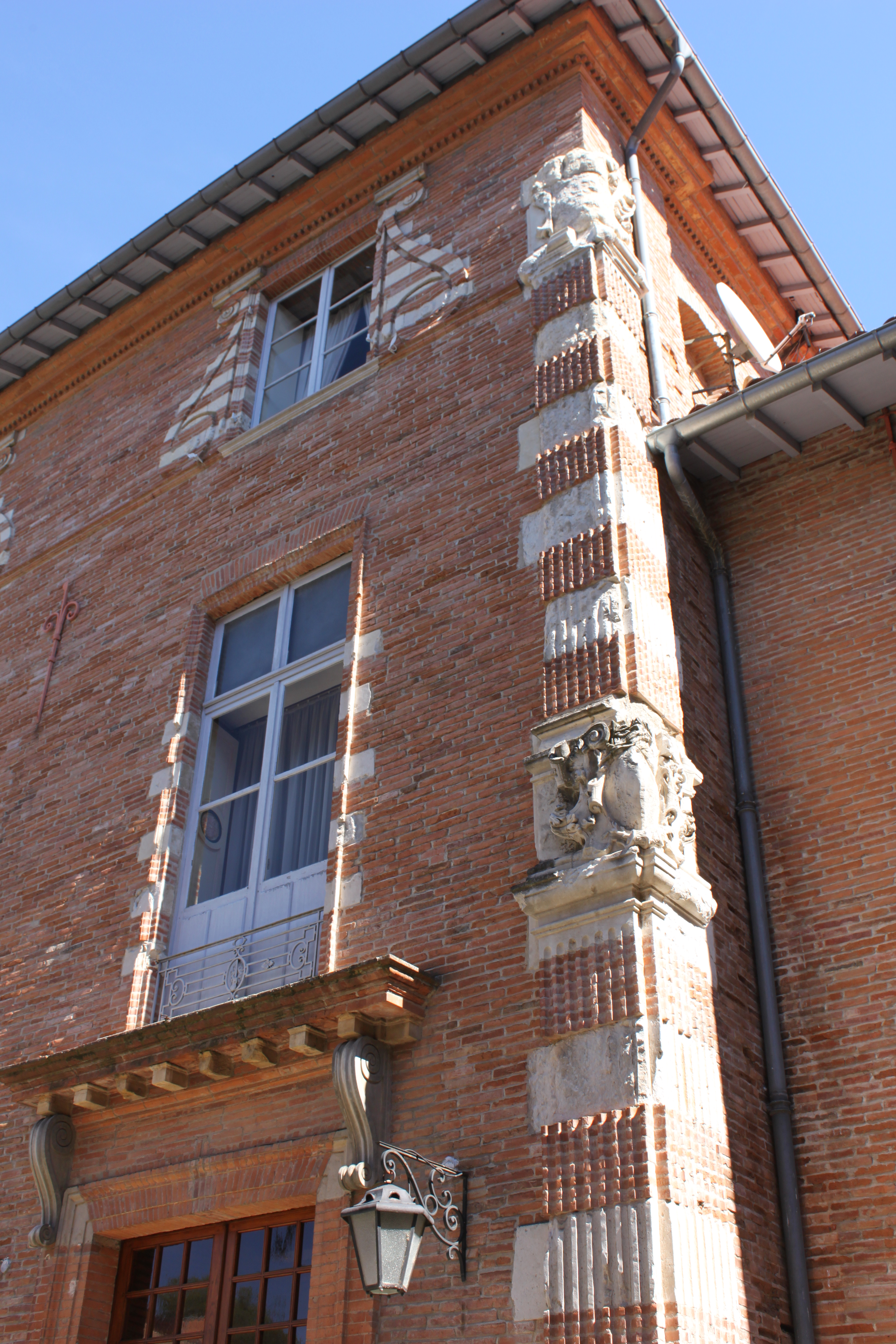
Lestang : pilastre d'angle.
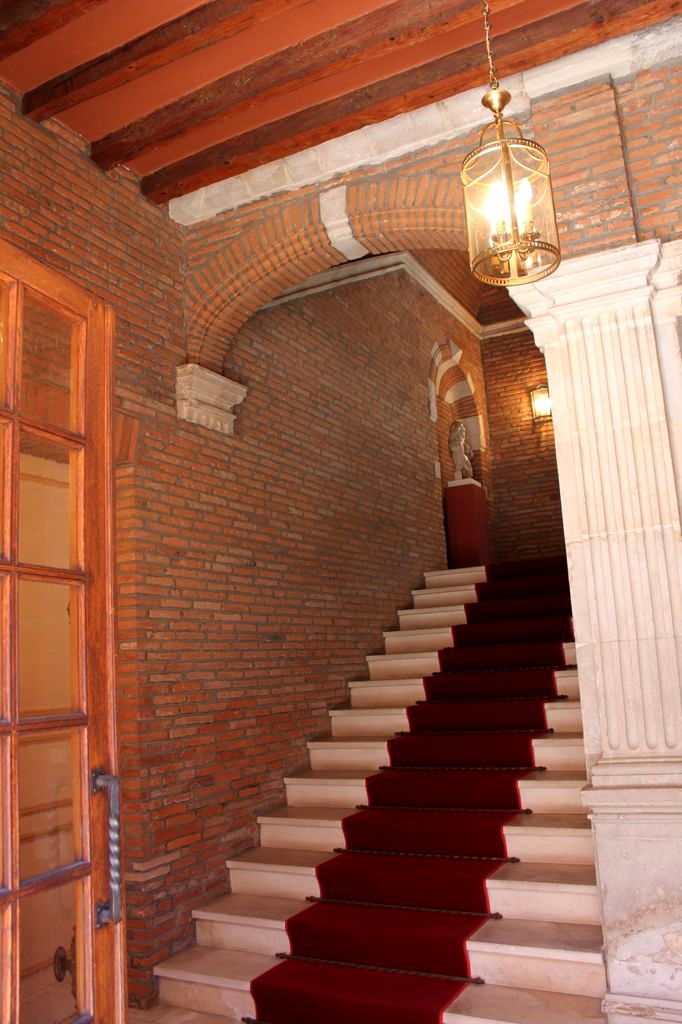
Hôtel de Lestang : escalier.
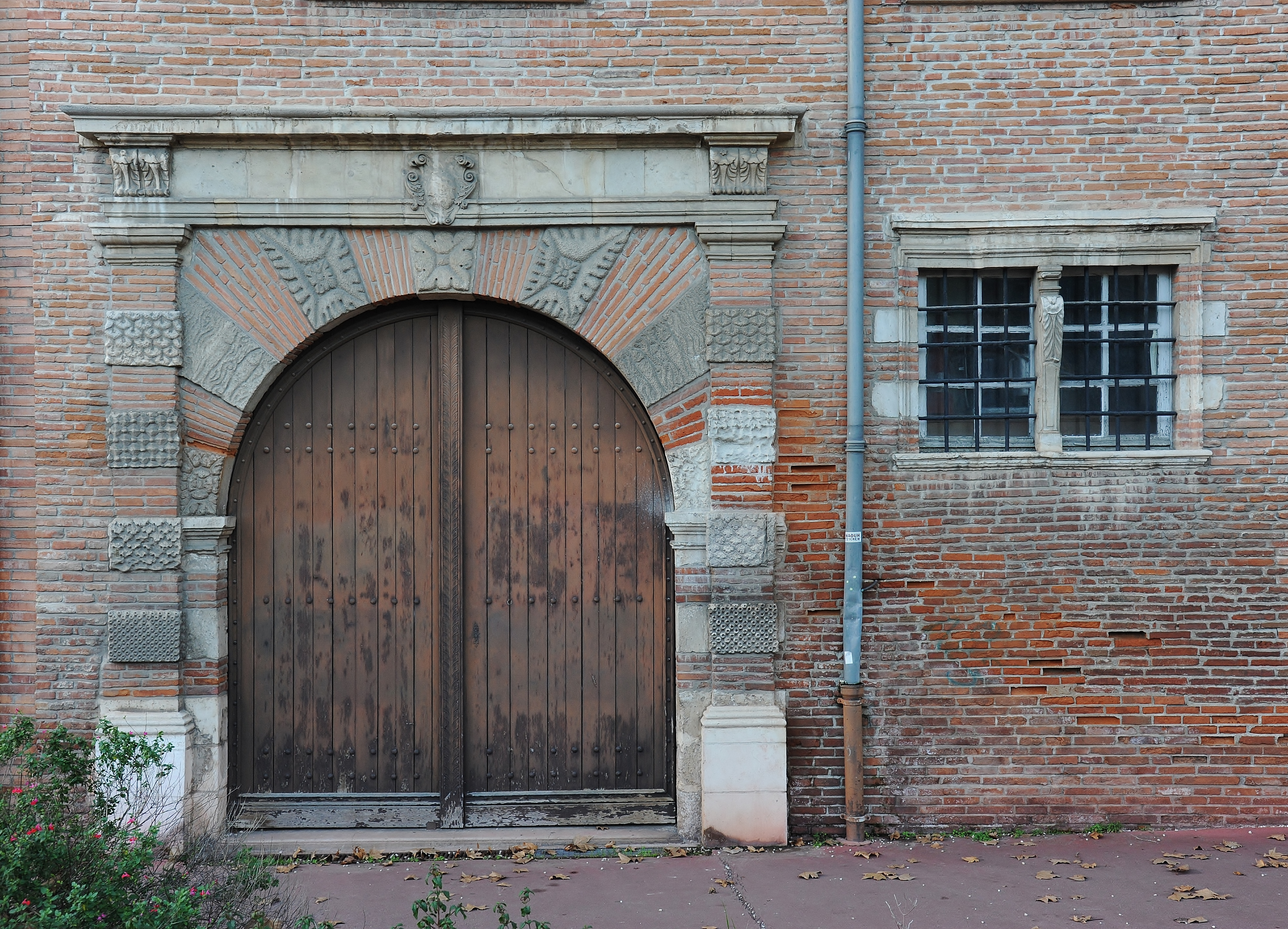
Hôtel de Lestang : portail place Saint-Jacques.
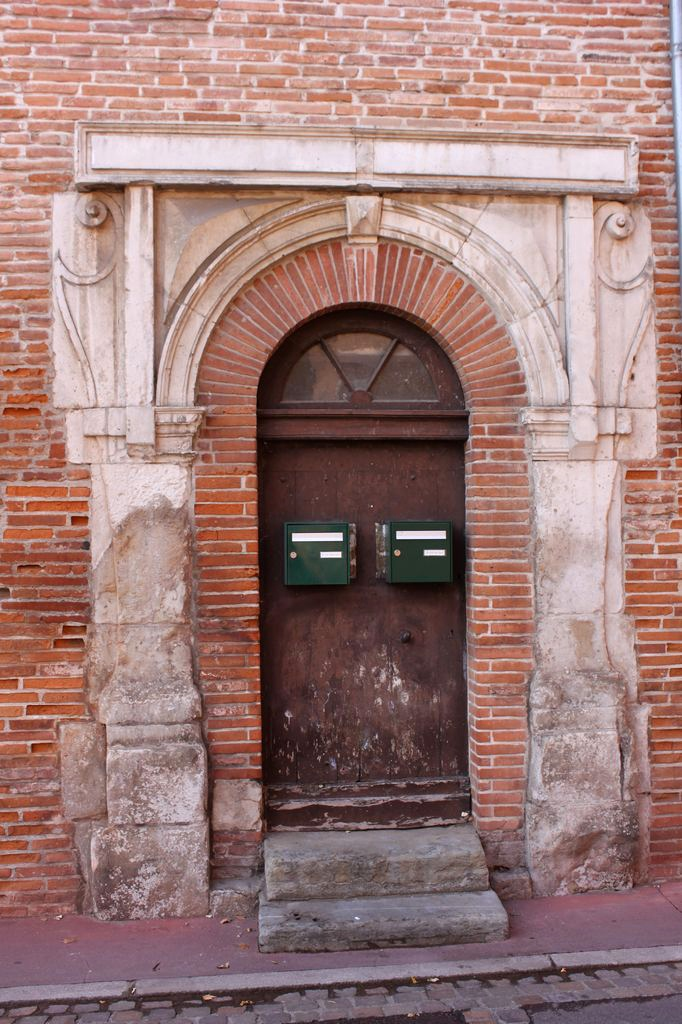
Hôtel de Lestang : porte.
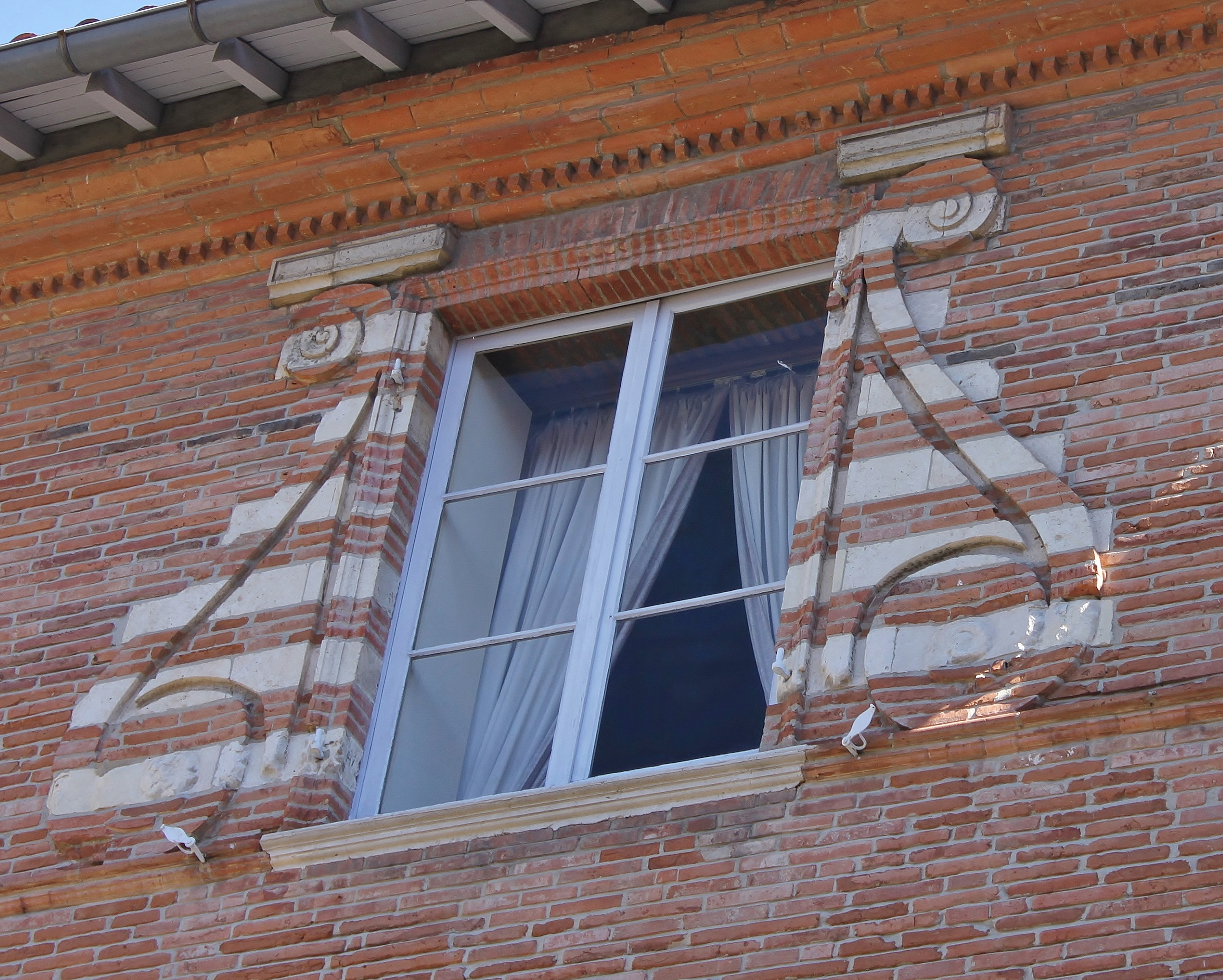
Hôtel de Lestang : fenêtre.
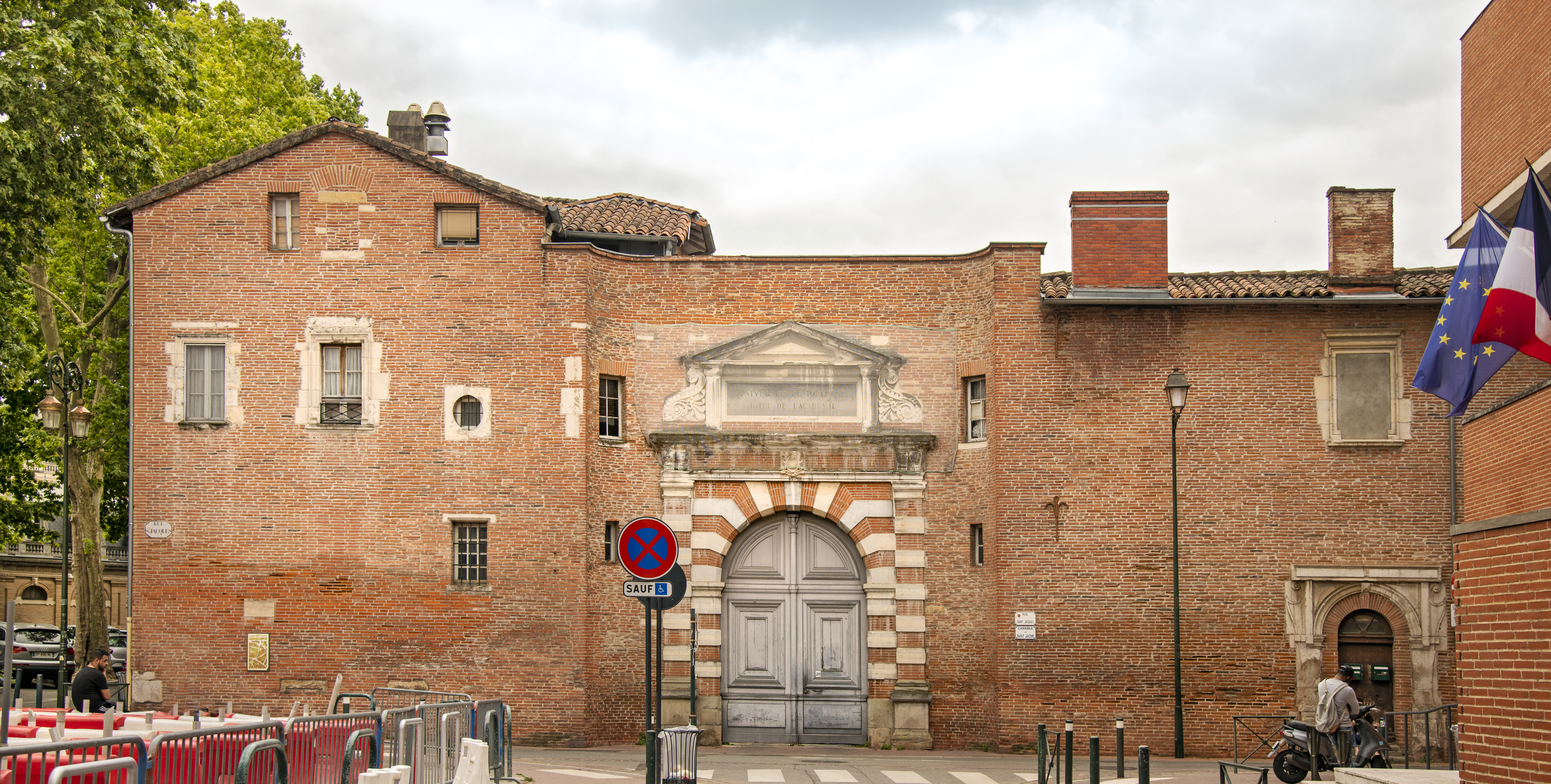
Lestang : façade sur la rue Saint-Jacques avec portail du XIXe siècle.

#### L'hôtel de Clary (ou hôtel de pierre)
Adresse : 25 rue de la Dalbade. Classé MH.
Au début du XVIIe siècle, l’hôtel de Bagis est racheté par François de Clary, premier président au parlement, et sa femme. Pour la façade sur rue, Clary fait appel à l'architecte Pierre II Souffron et aux sculpteurs Pierre Bouc, Pierre Monge et Thomas Heurtematte. Unique dans la ville à la Renaissance, cette façade en pierre est rythmée par huit travées dans une composition symétrique. Inachevée à la mort des propriétaires, elle est terminée en 1857 par Urbain Vitry à partir des sculptures existantes.
Clary fait figurer ses armes (aigle et soleil) sur les chapiteaux des pilastres colossaux, tandis qu'au-dessus de l'entrée les dieux Apollon et Mercure et les déesses Junon et Minerve célèbrent le couple de propriétaires. Cette façade extraordinaire explique le surnom d'hôtel de pierre donné au bâtiment.
La pierre, absente de la géologie locale et dont il fallait assurer le transport depuis le piémont pyrénéen, était de par sa rareté et son prix un véritable matériau de luxe à Toulouse. Aussi cette façade de Clary fit-elle forte impression et donna-t-elle naissance à un dicton populaire sous-entendant que Clary avait détourné à son profit les matériaux destinés aux travaux du Pont-Neuf dont il assurait la supervision : « Il y a plus de pierres du pont à l'hôtel de pierre que de pierres au pont ». 
Les riches ornements maniéristes des façades est et sud de la cour, avec leurs incrustations de marbre et leur abondant décor sculpté, datent également du début du XVIIe siècle.

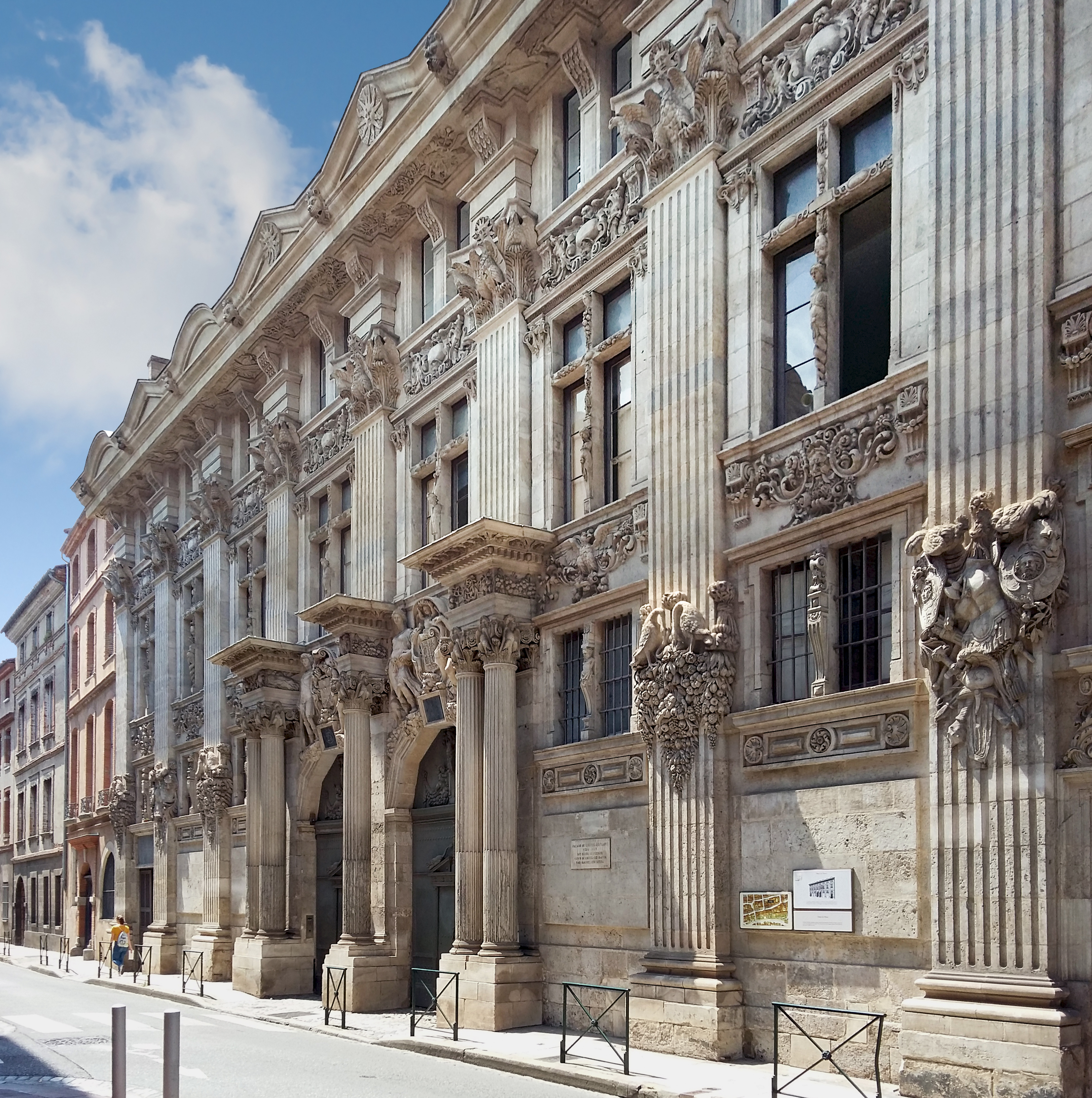
Hôtel de Clary (ou hôtel de pierre) : façade sur rue.
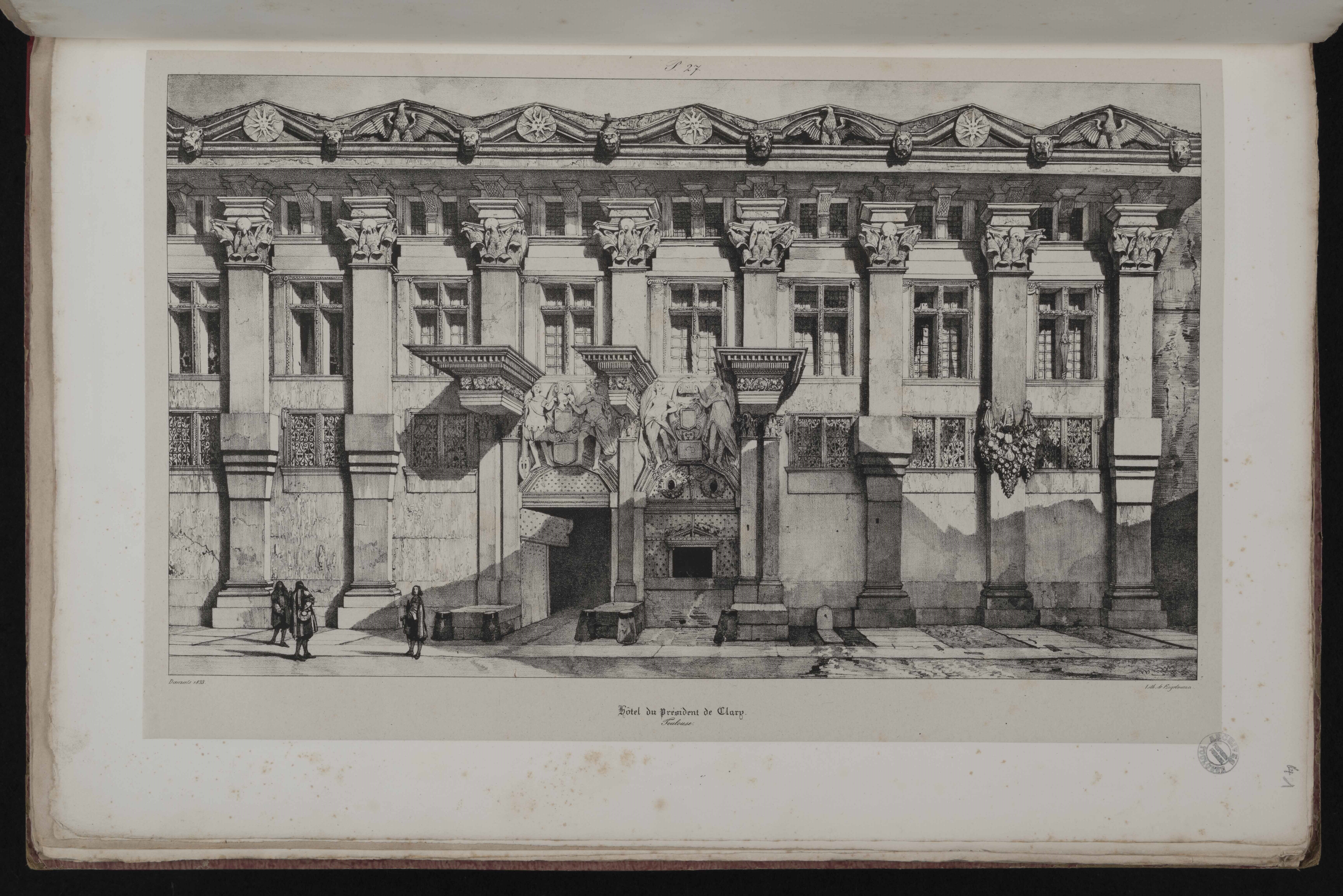
Hôtel de Clary : dessin de 1833 montrant l'état d'achèvement de la façade à cette date.
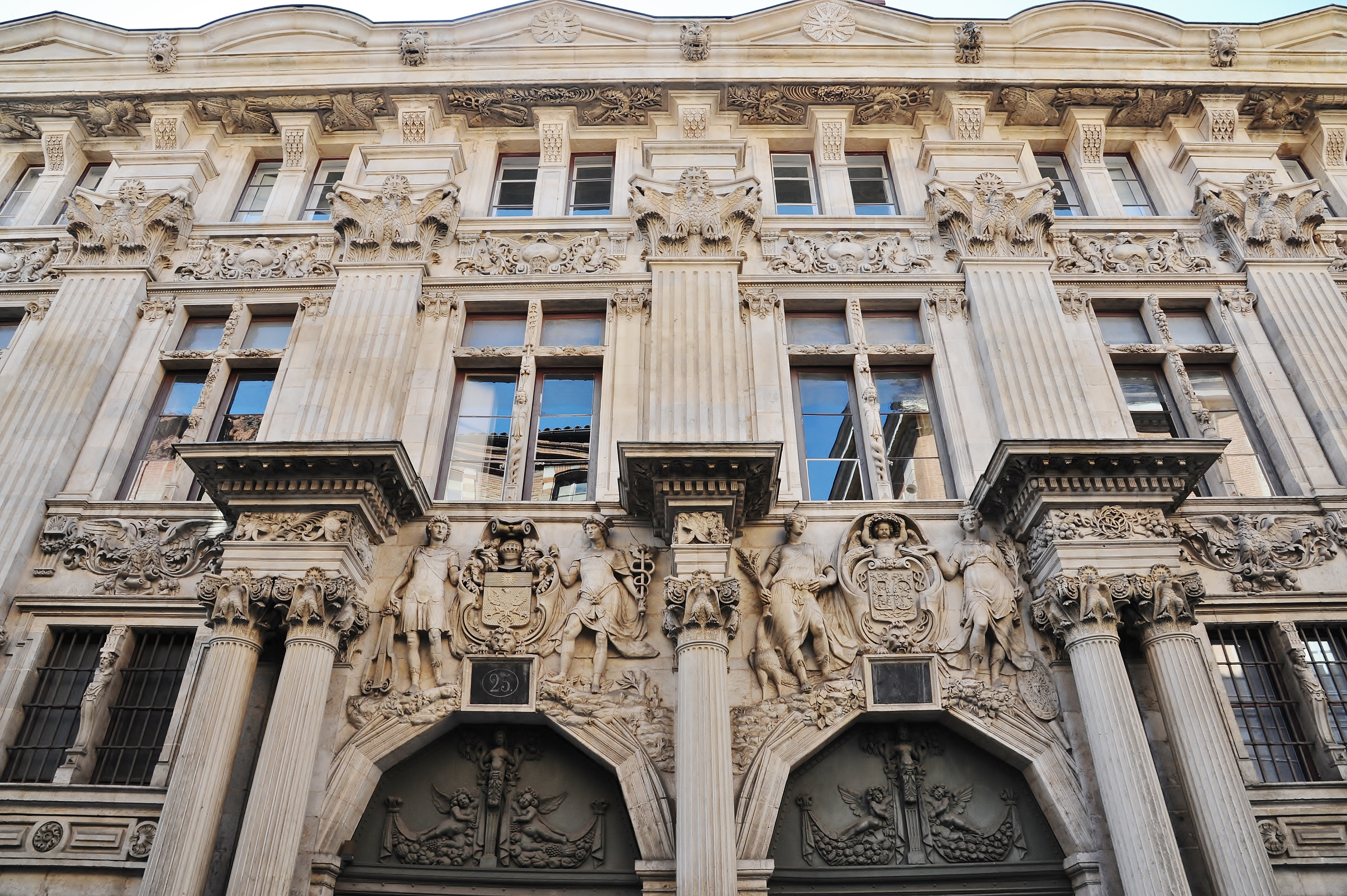
Hôtel de Clary.
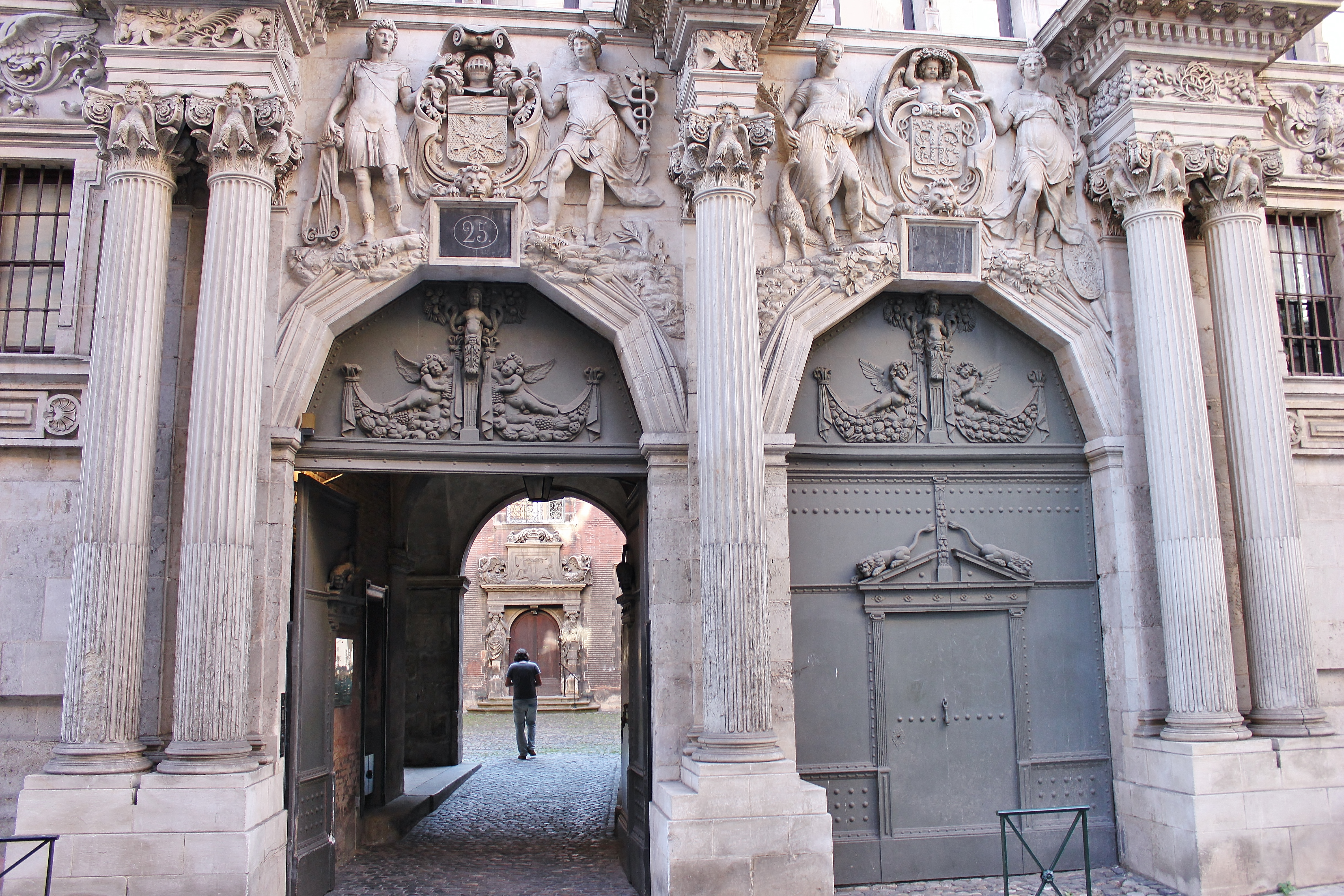
Clary : portail.
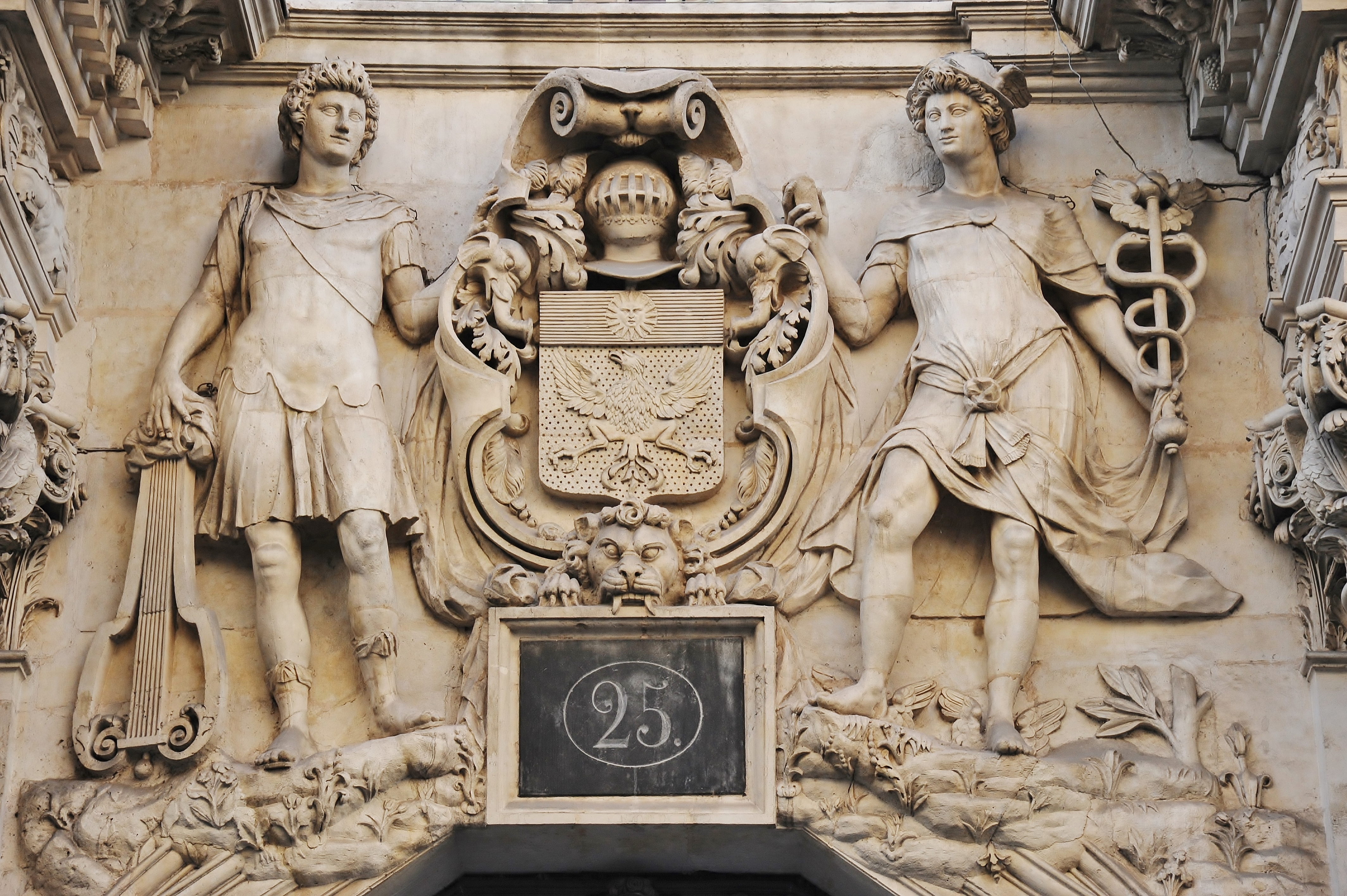
Clary : Appolon et Mercure.
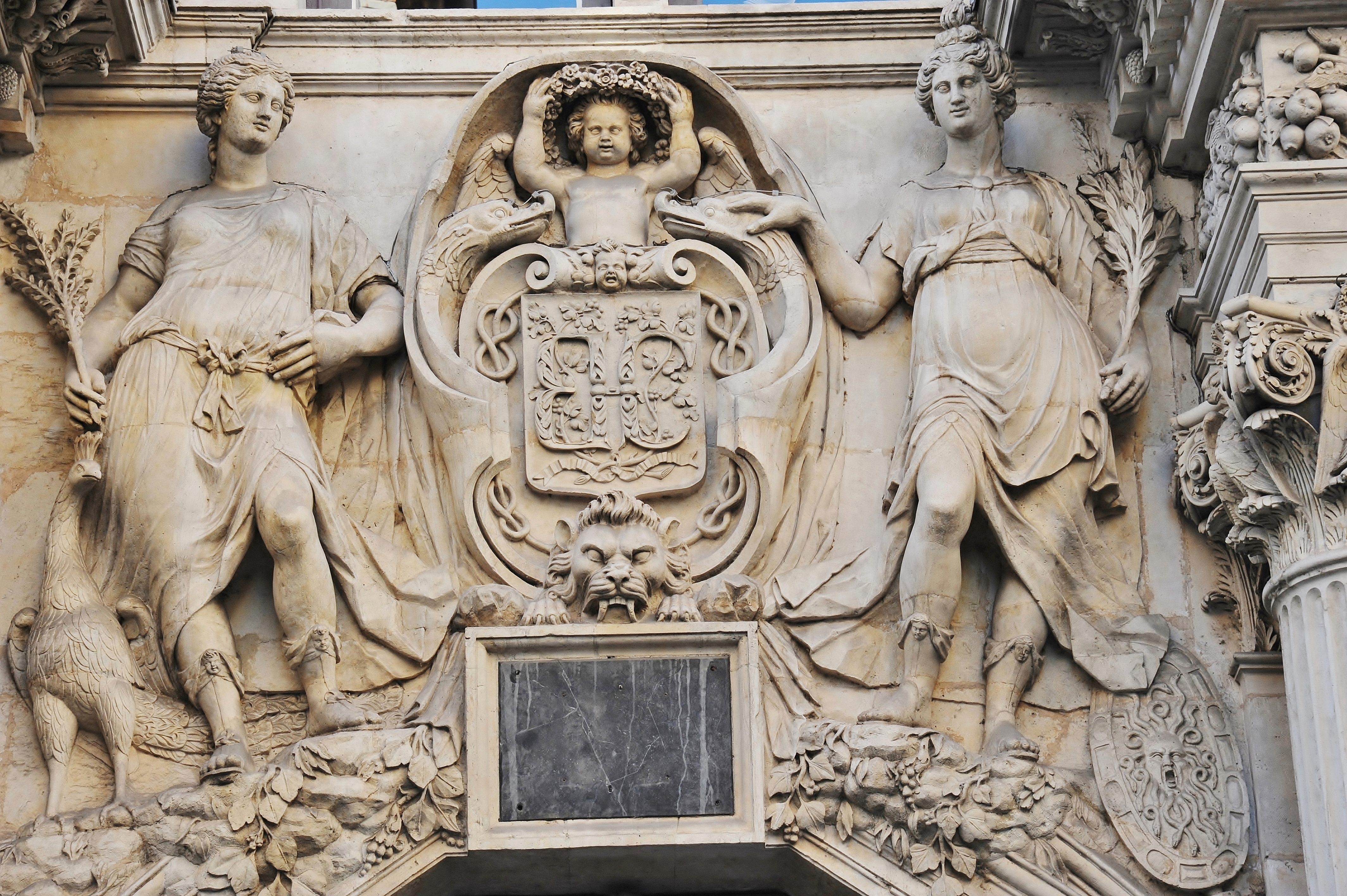
Clary : Junon et Minerve.
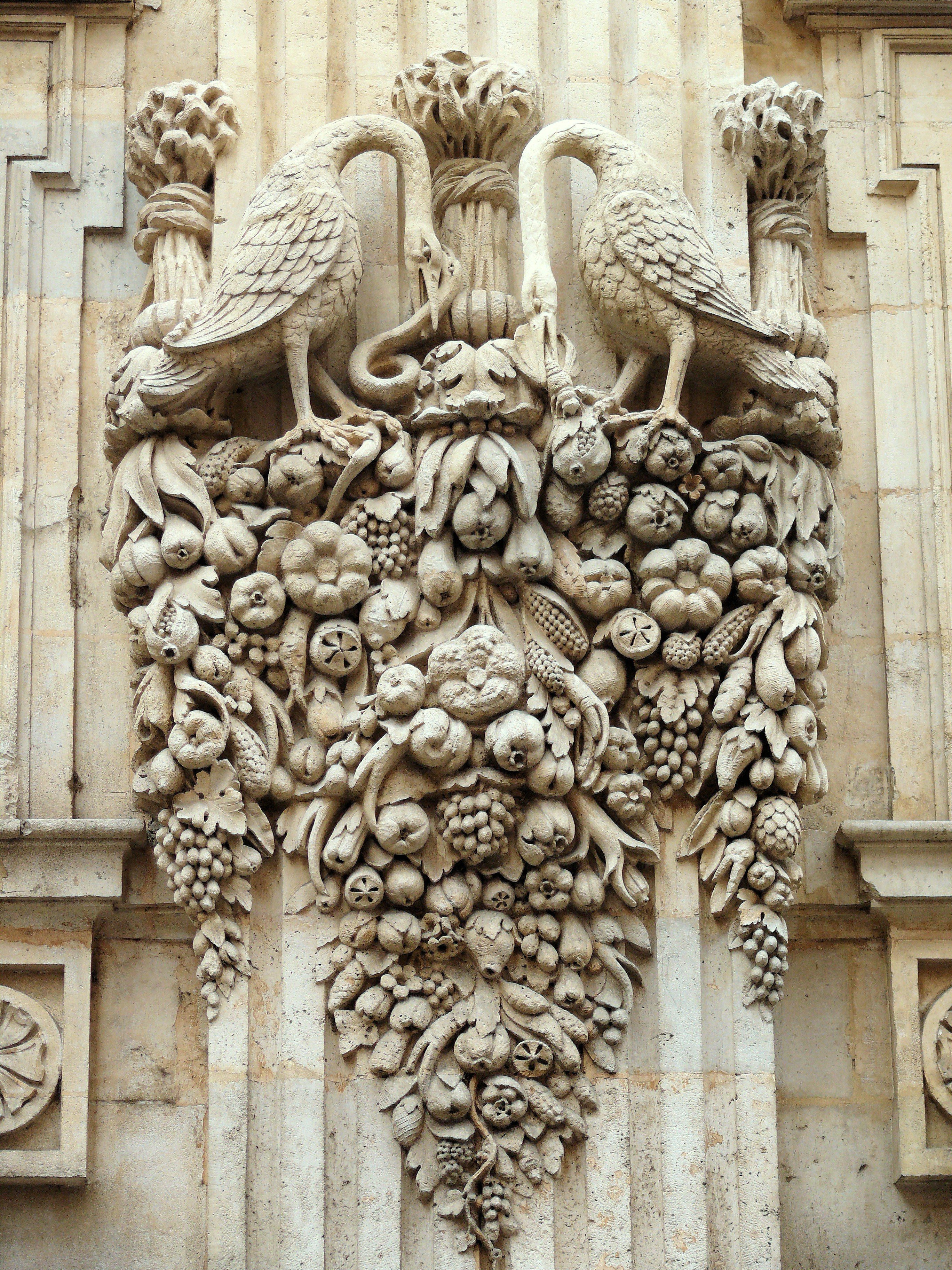
Clary.
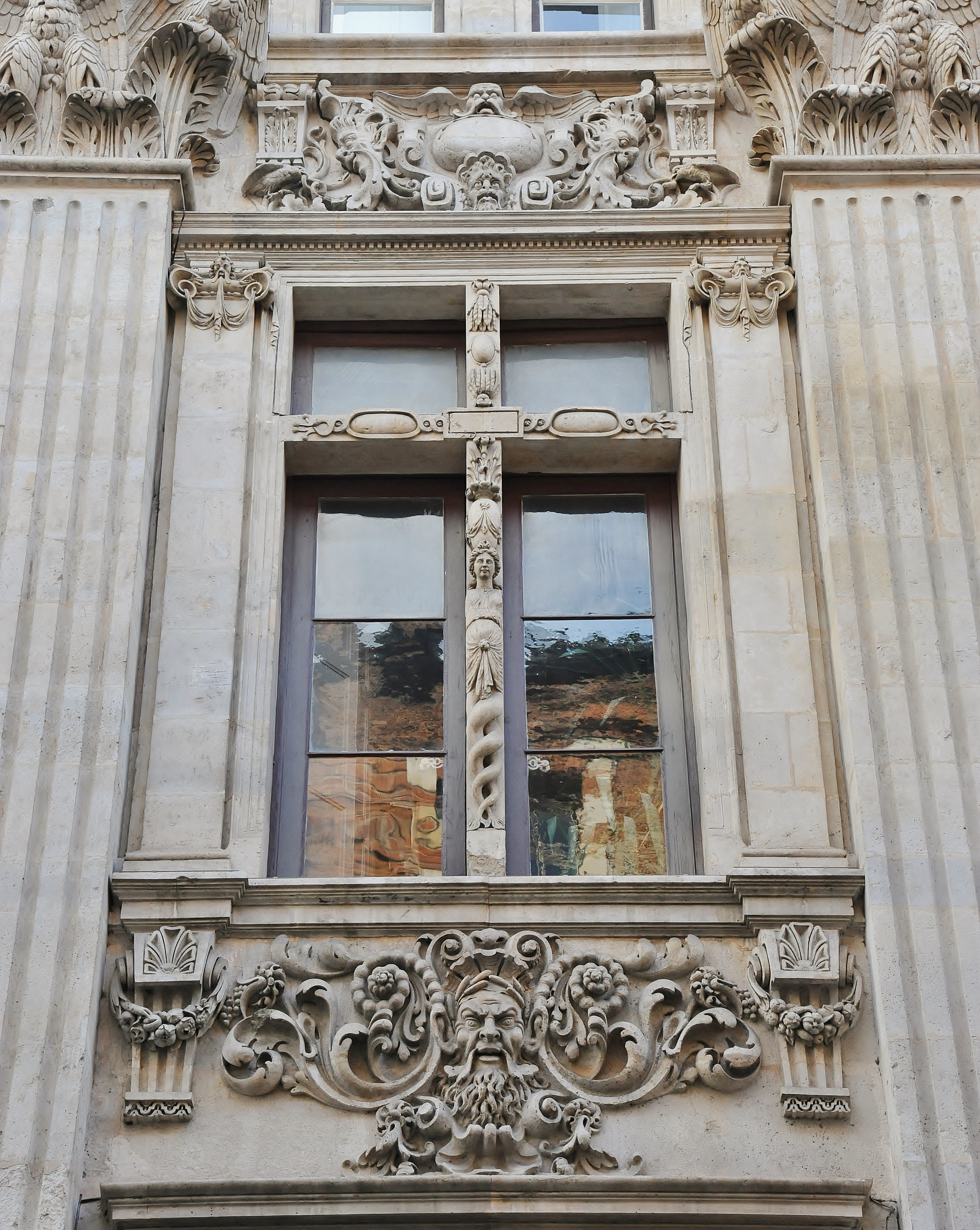
Clary : fenêtre.
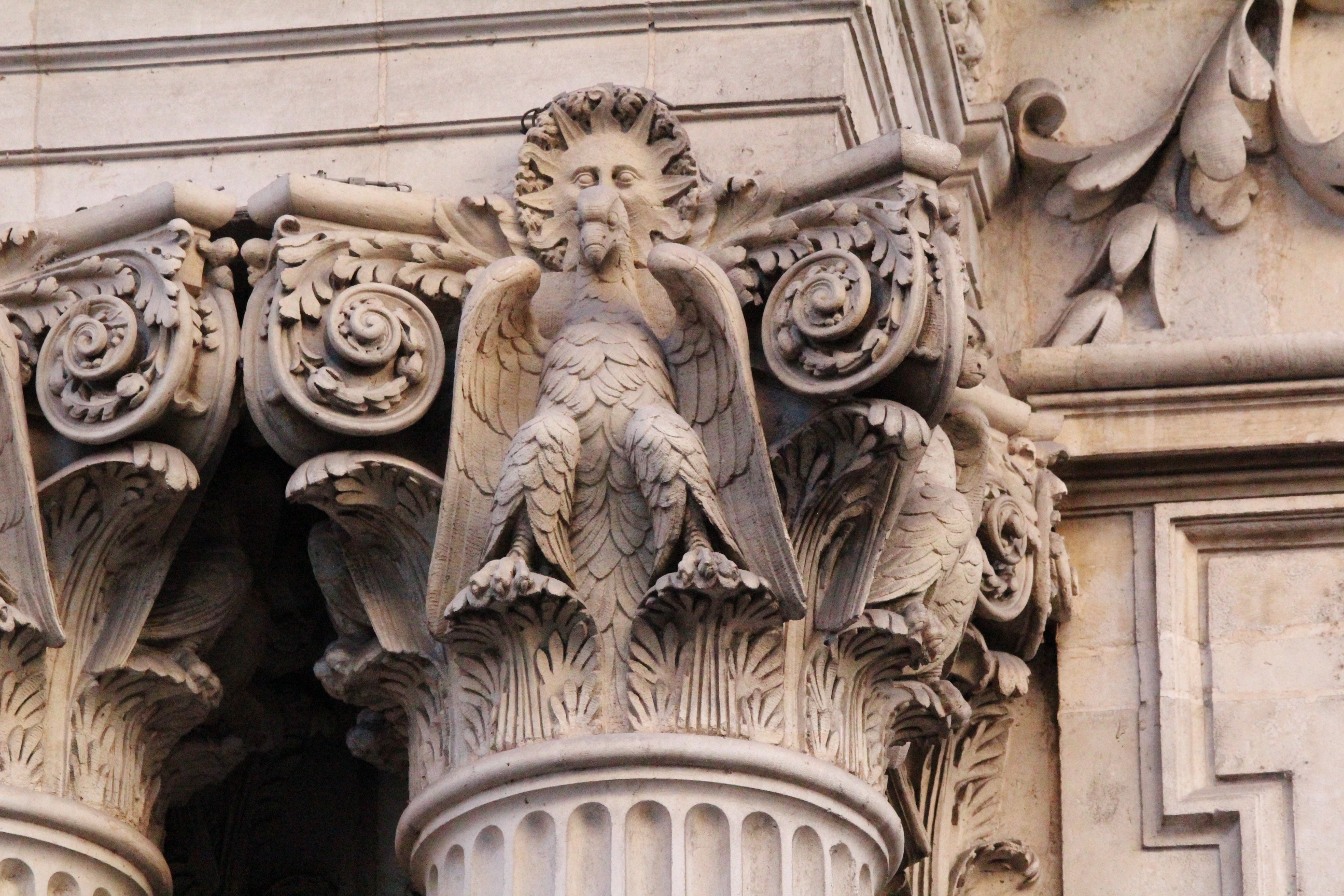
L'aigle des Clary se mêle aux feuilles d'acanthe sur ce chapiteau.
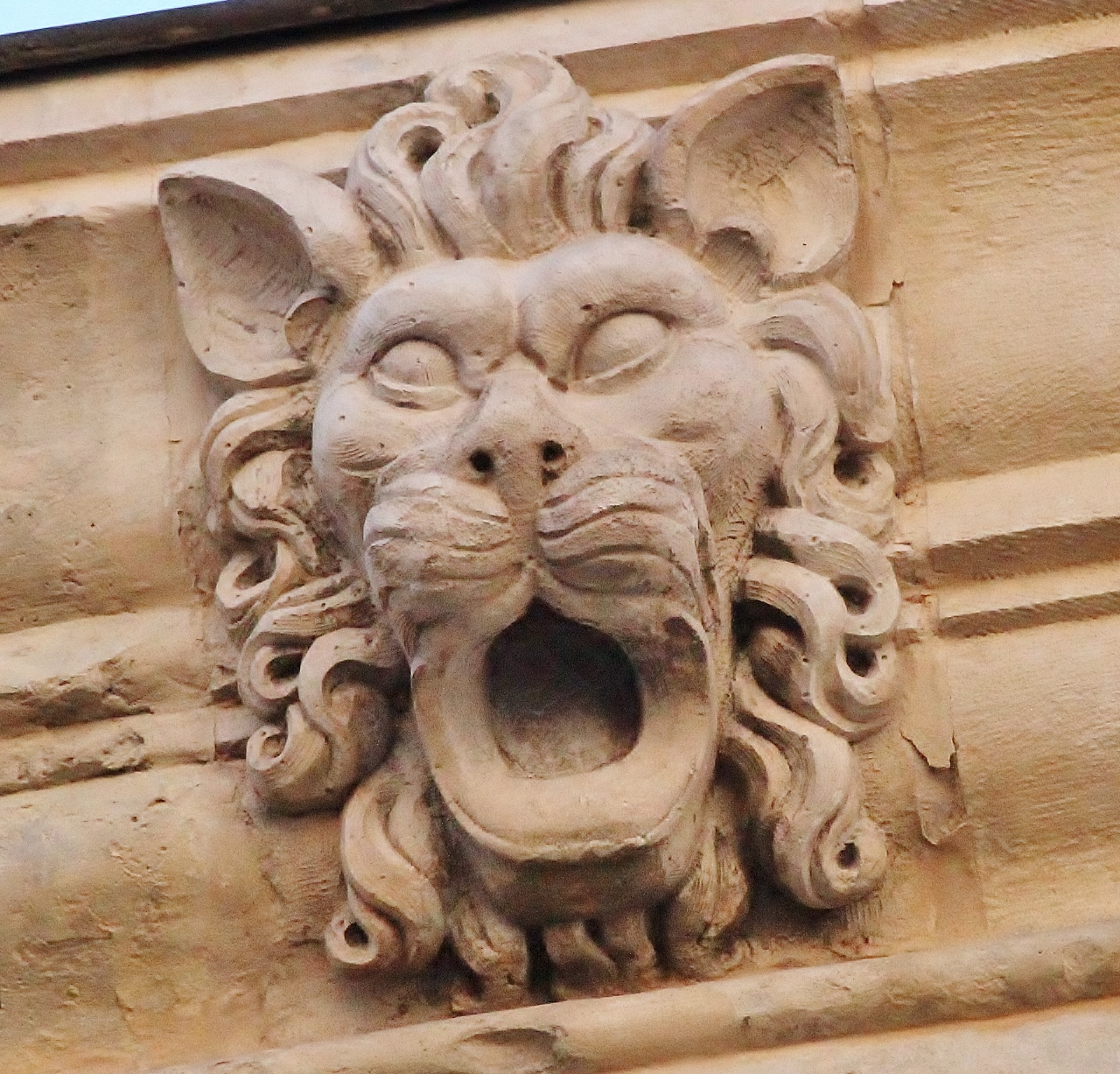
Clary : mufle de lion / gargouille.
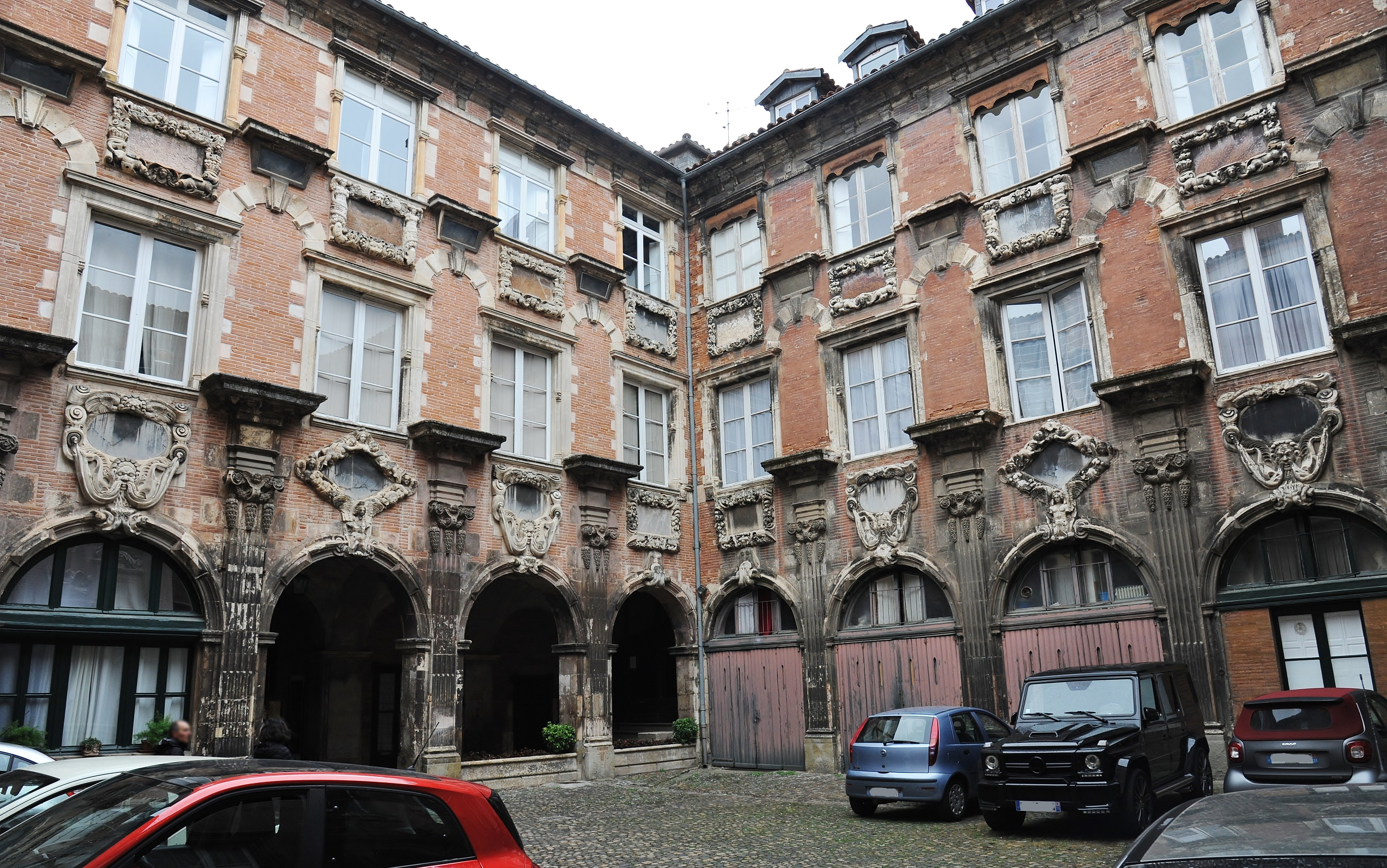
Hôtel de Clary : façades sur cour.
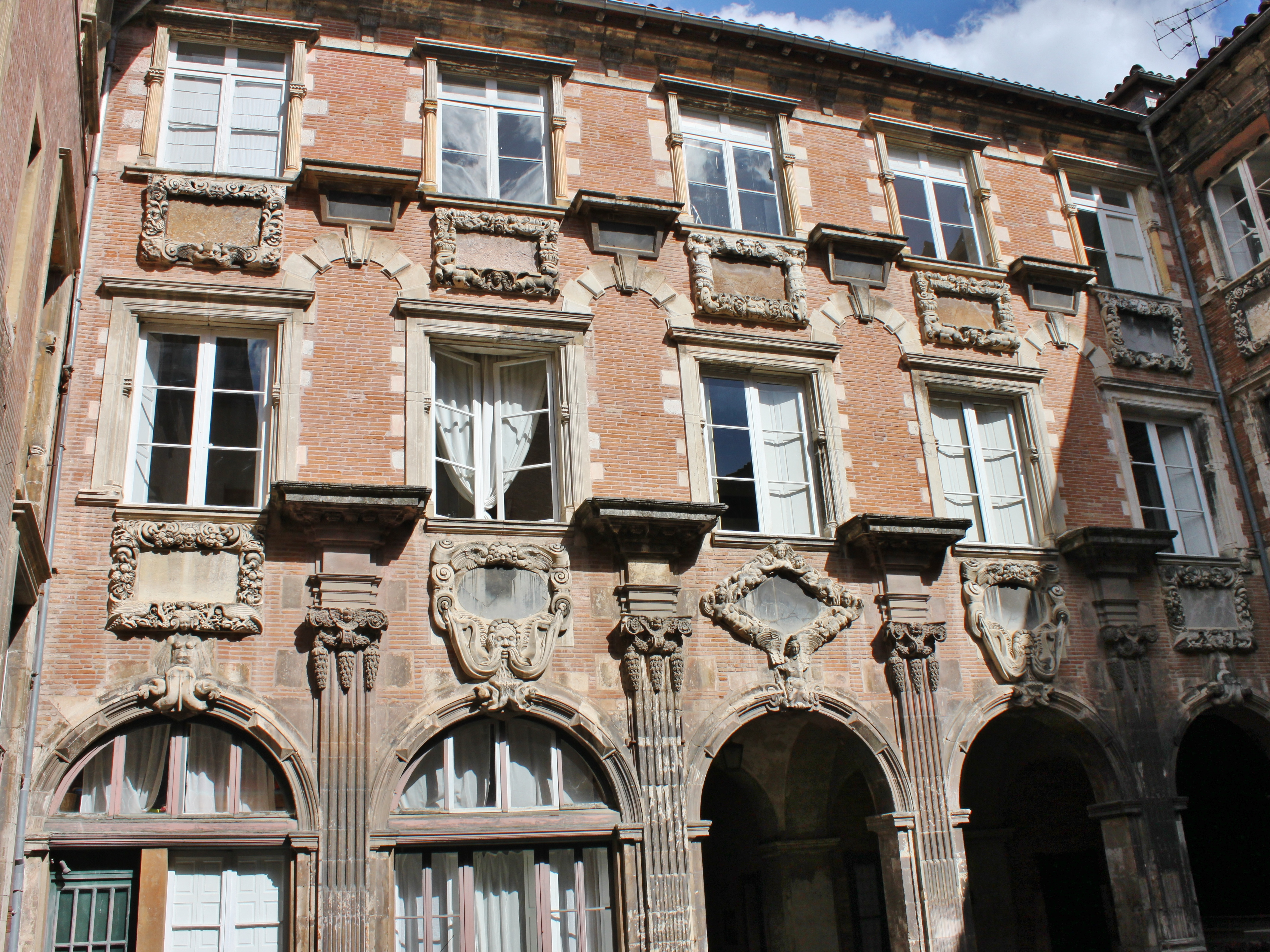
Clary.
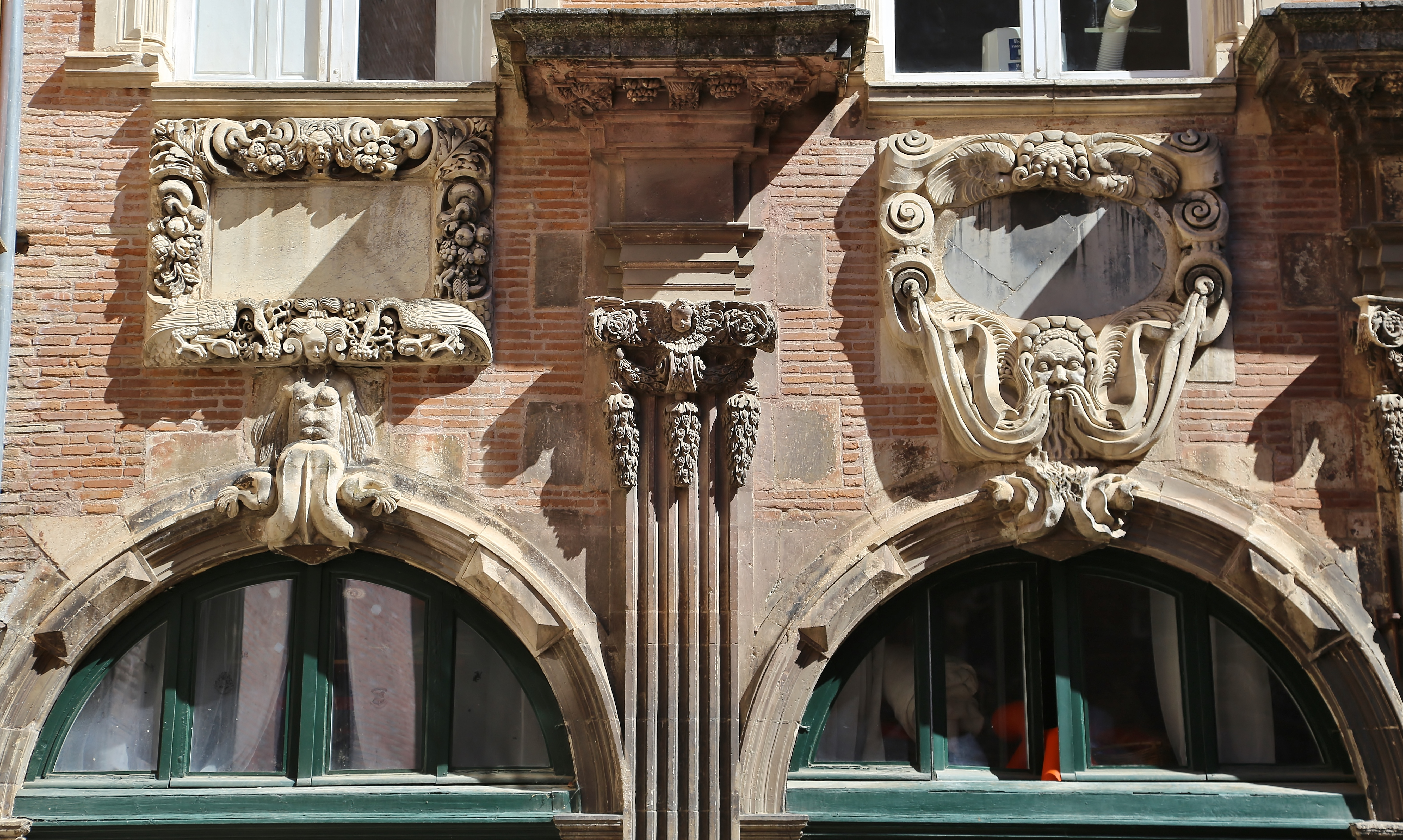
Clary.
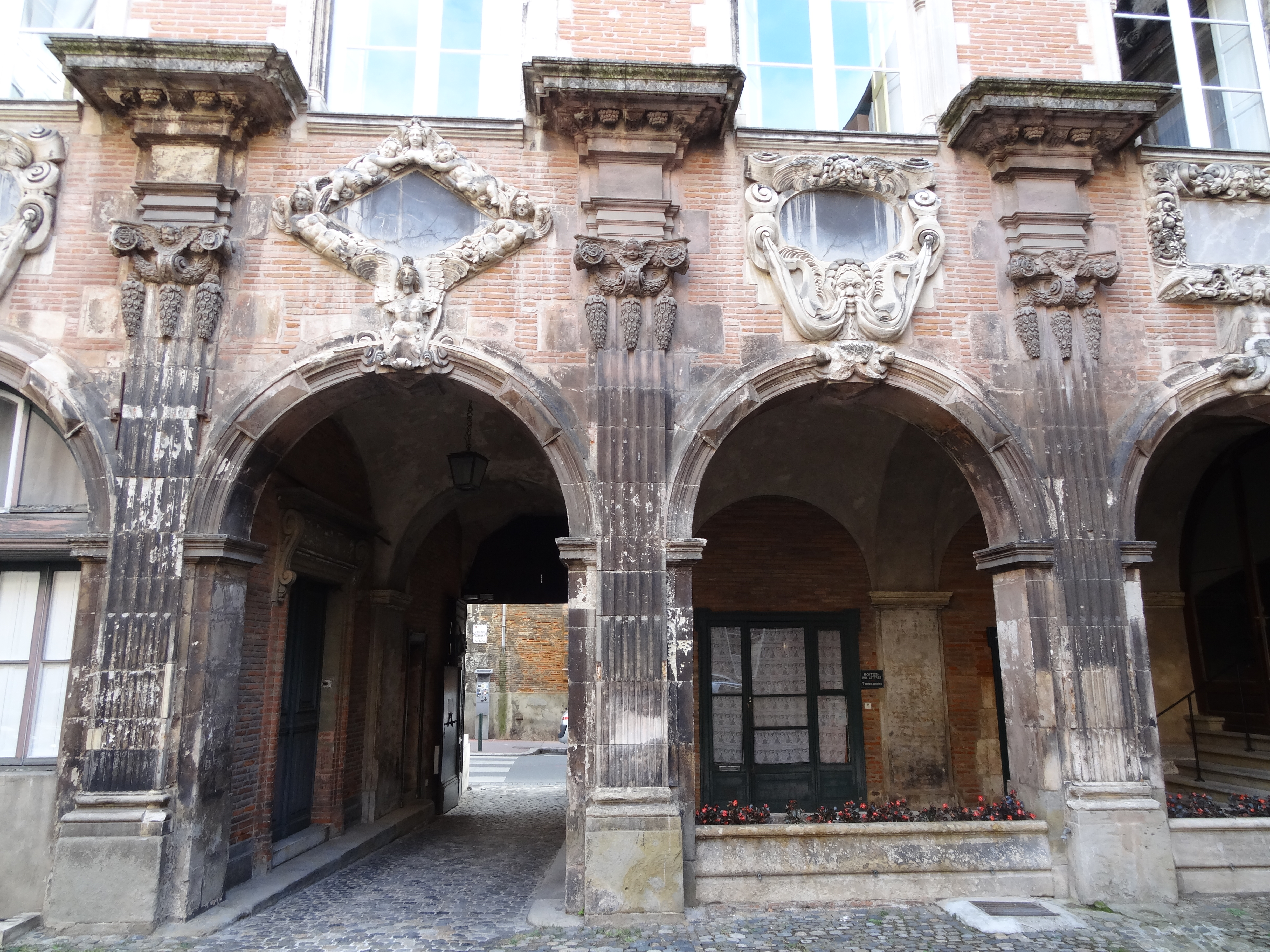
Clary.
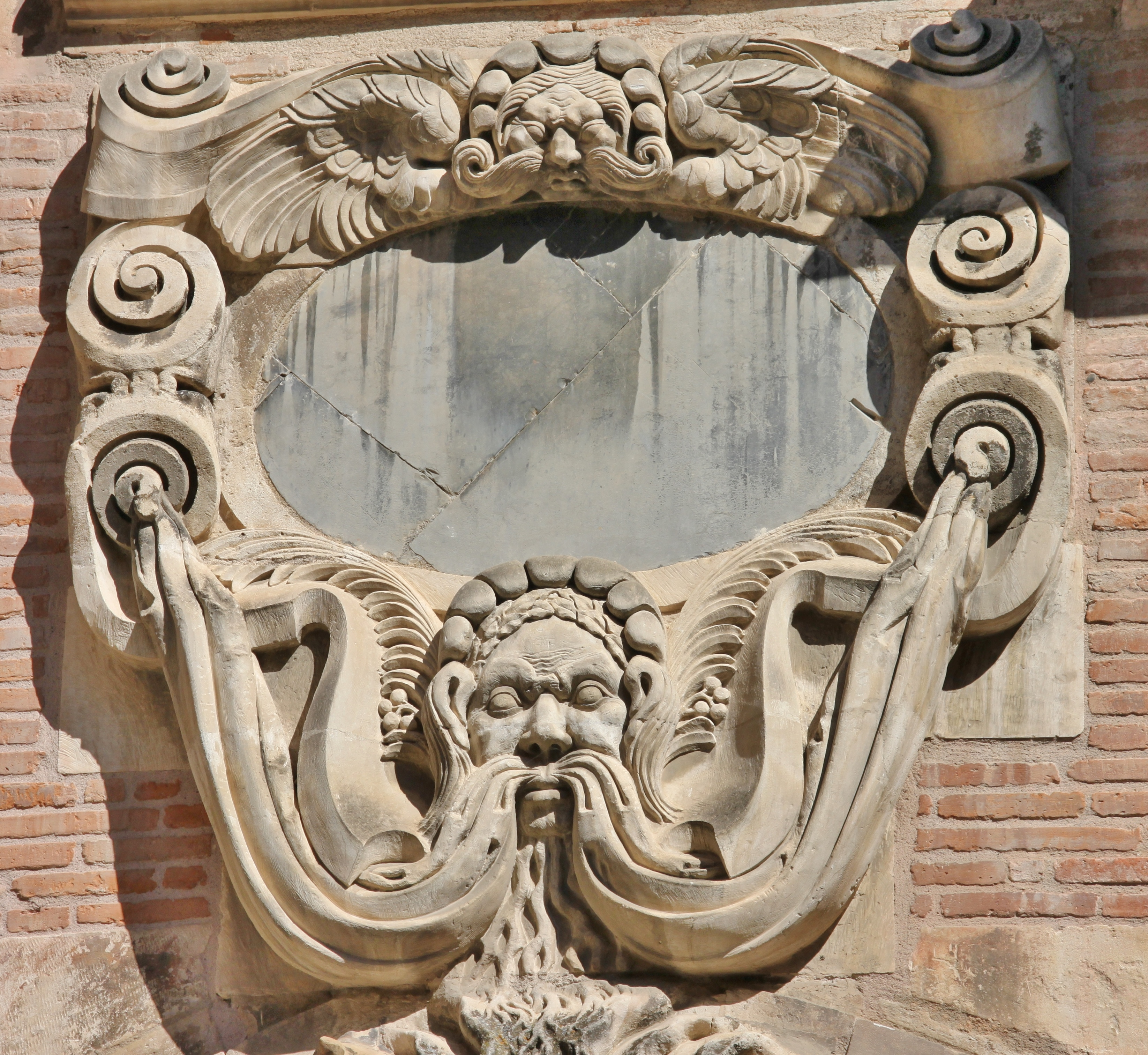
Clary.

#### Autres hôtels ou vestiges de la Renaissance

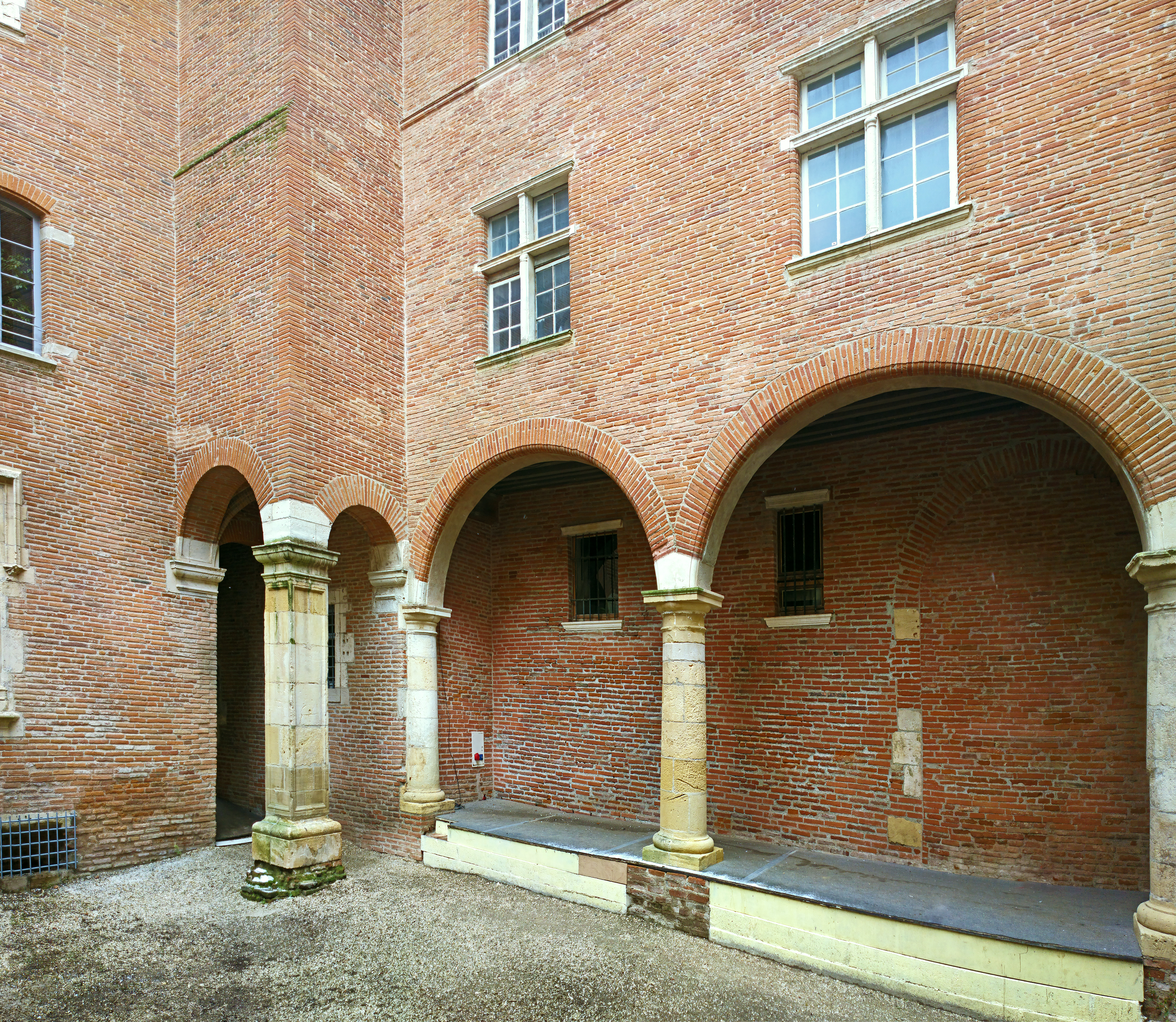
Hôtel de Boysson-Cheverry : galerie à arcades.
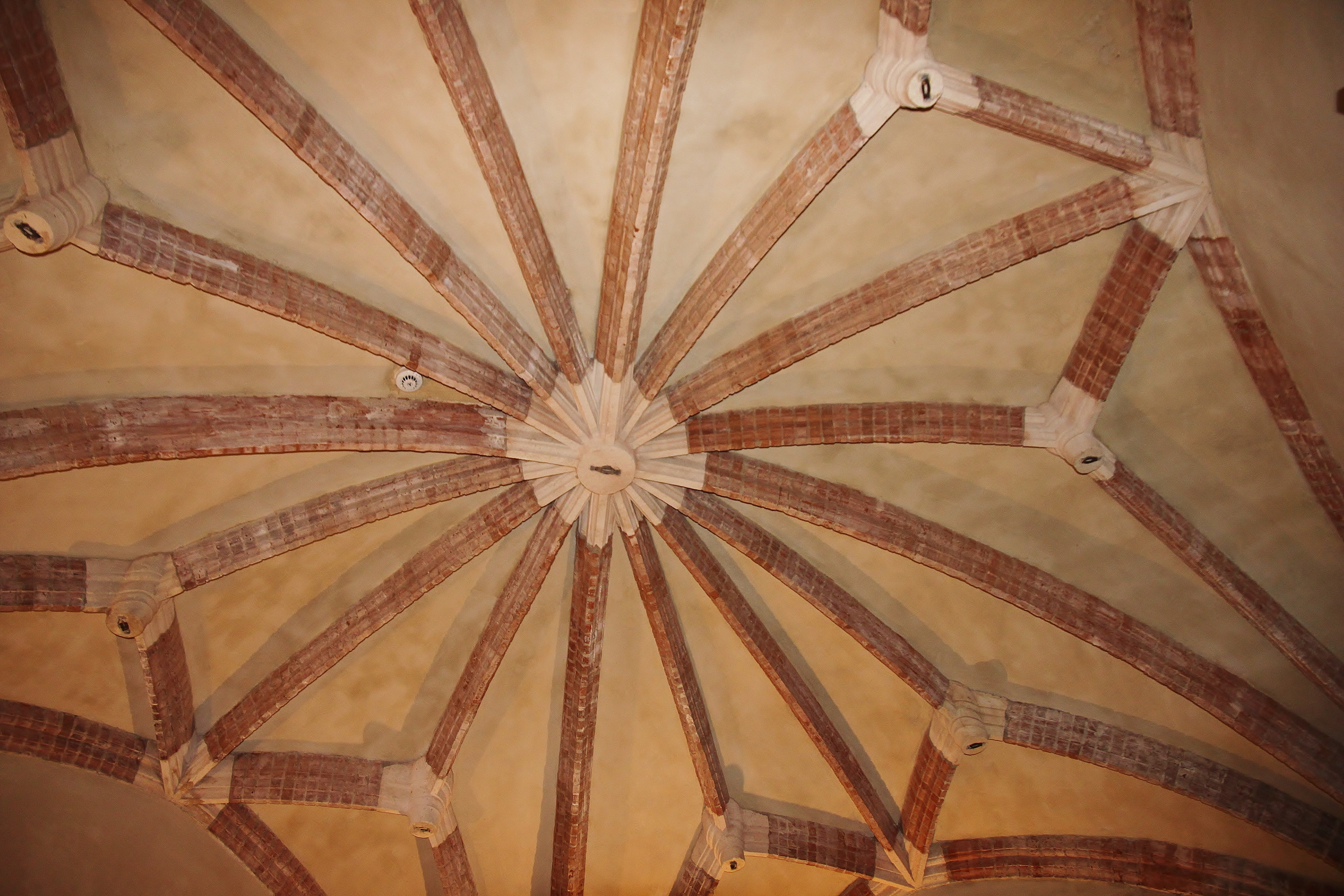
Hôtel de Boysson-Cheverry : voûte.
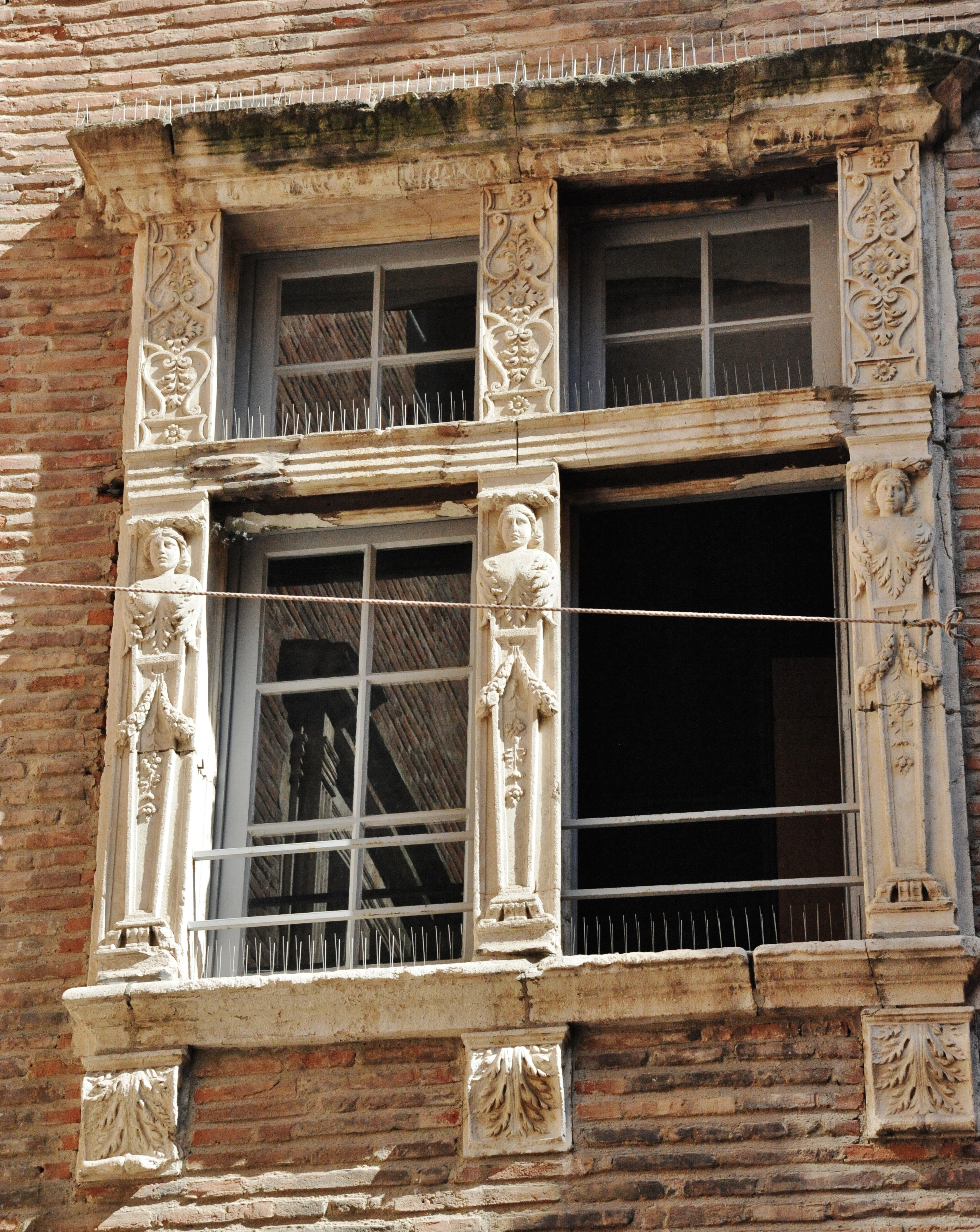
Hôtel Boysson-Cheverry : fenêtre.
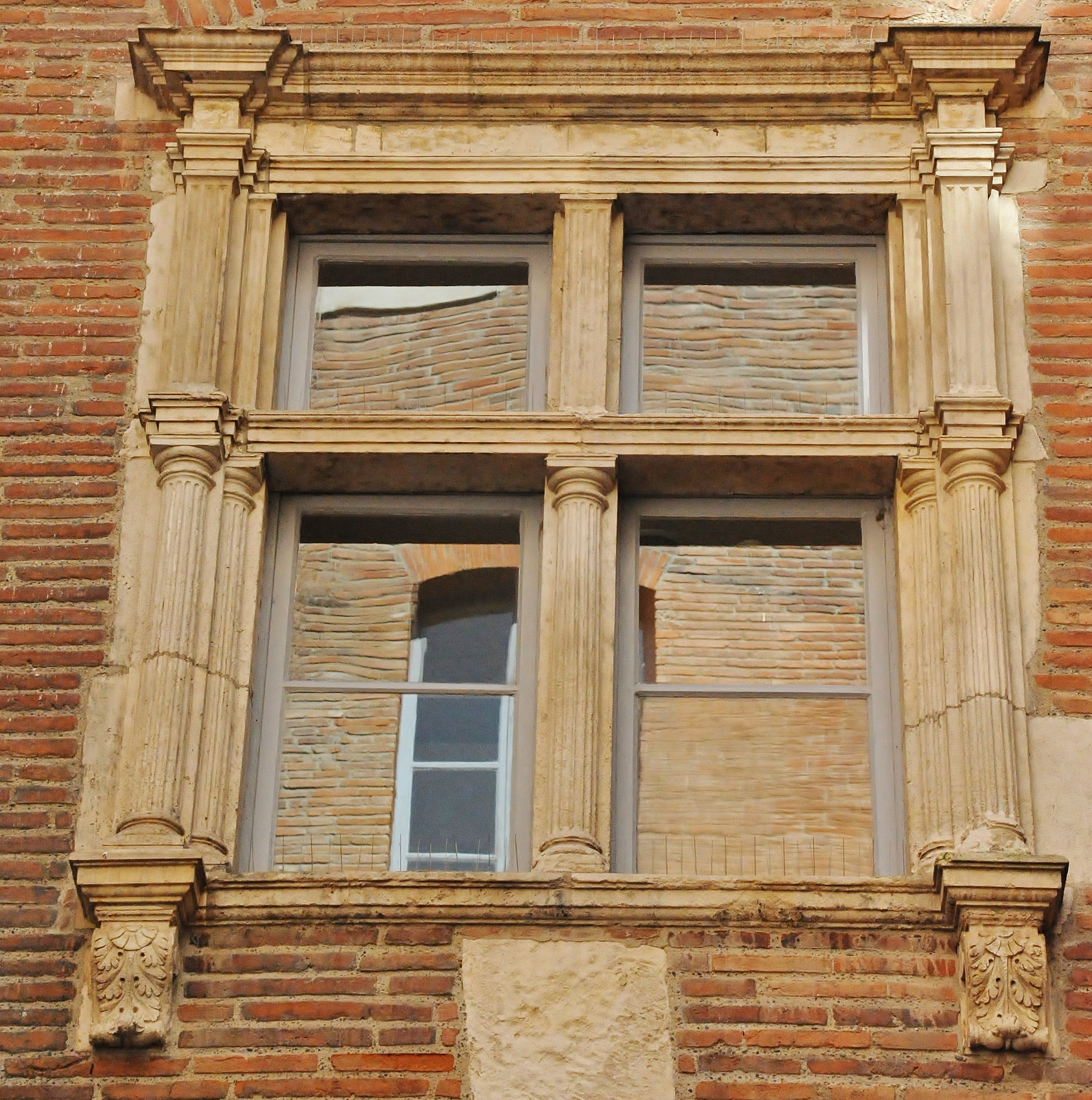
Hôtel Boysson-Cheverry : fenêtre.
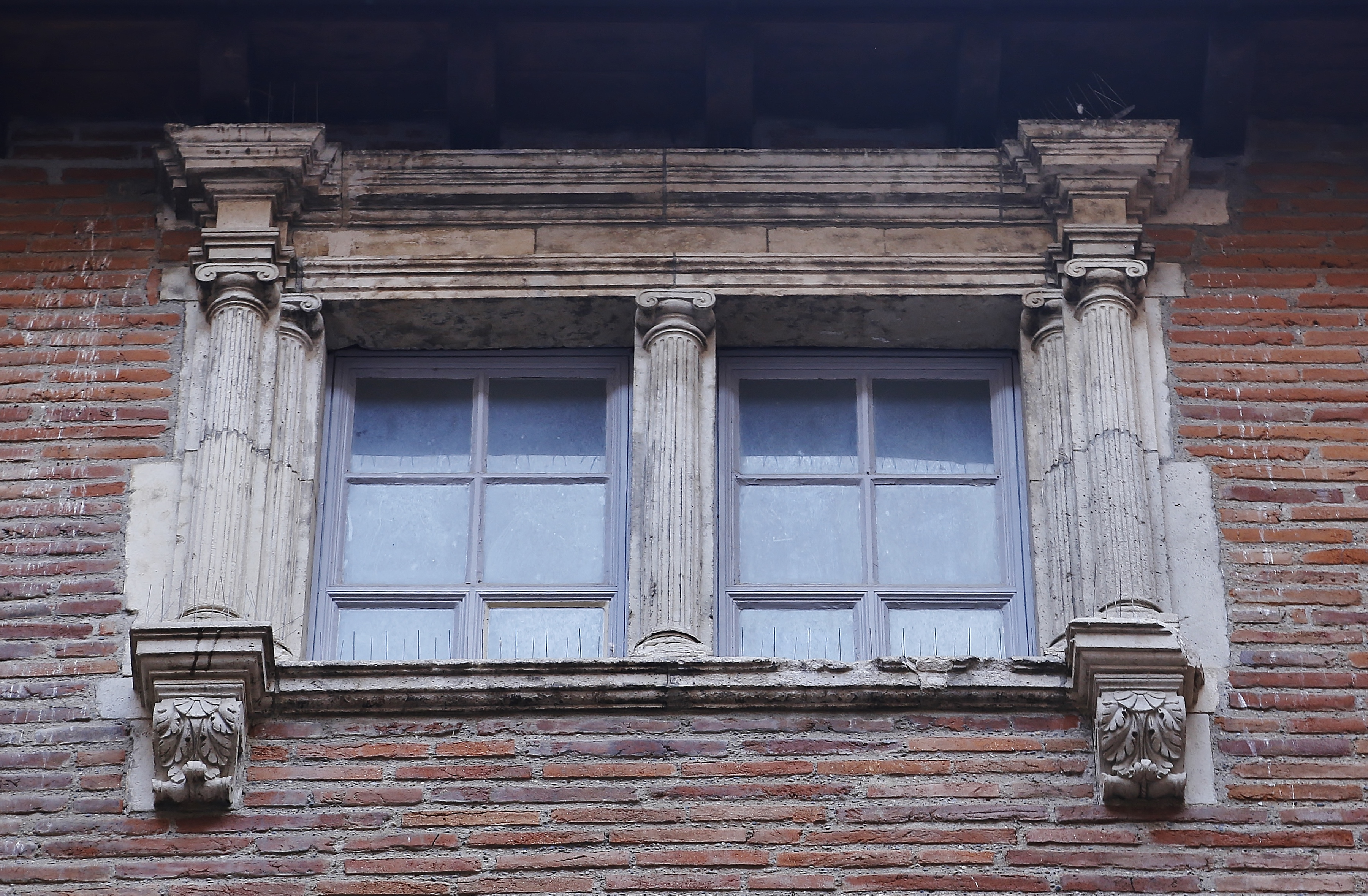
Hôtel Boysson-Cheverry : fenêtre.
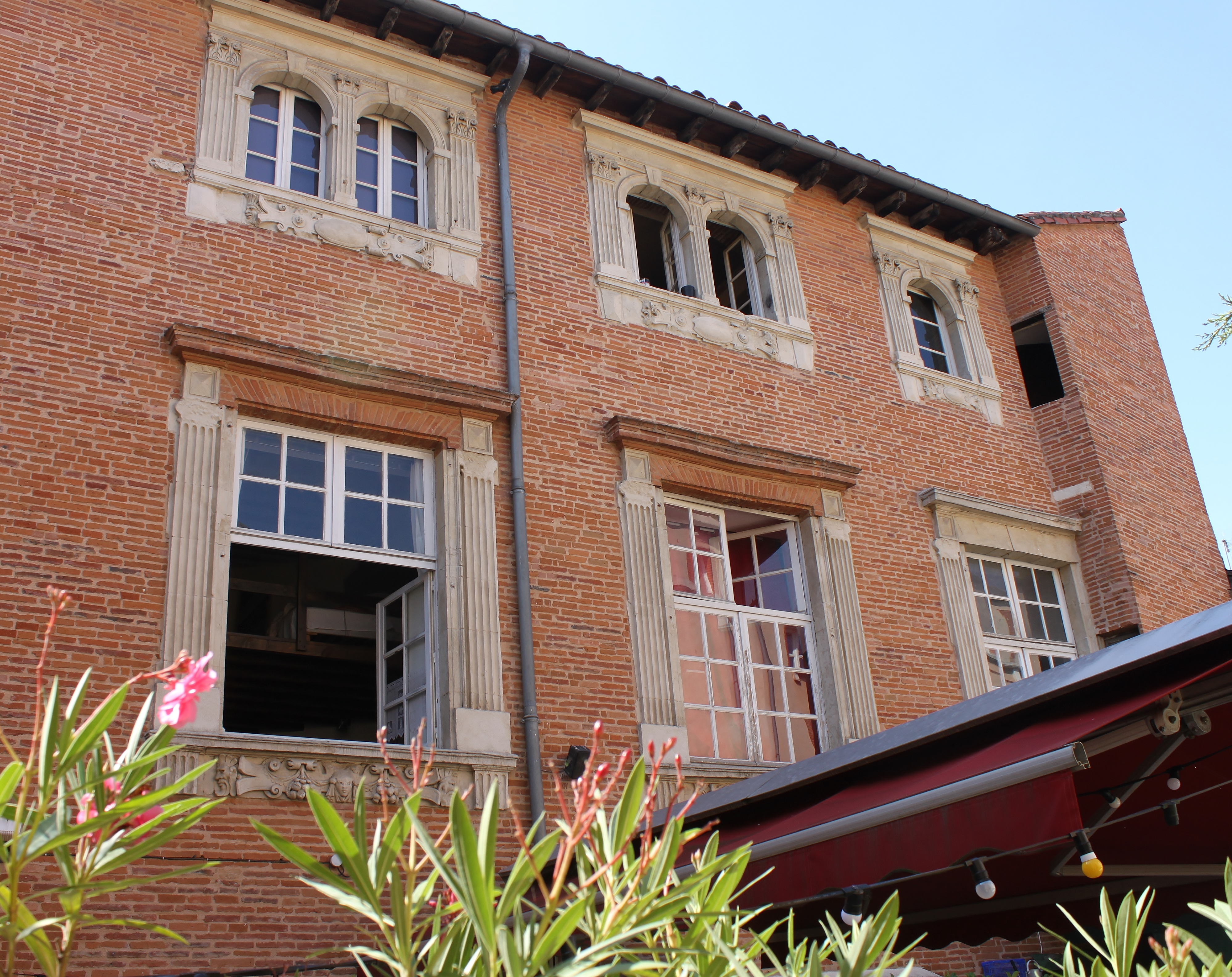
Maison d'Auger-Ferrier.
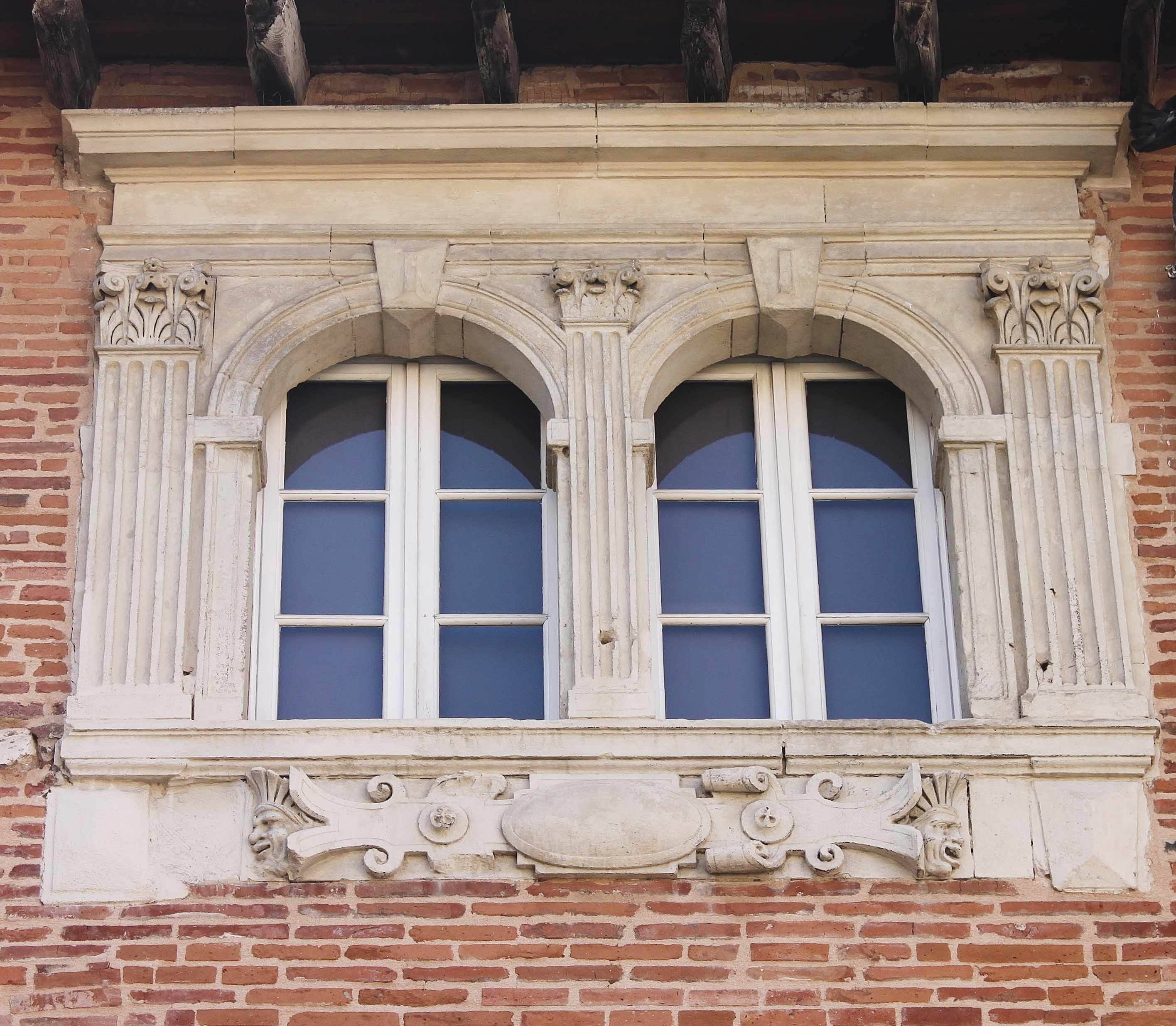
Maison d'Auger Ferrier : fenêtre.
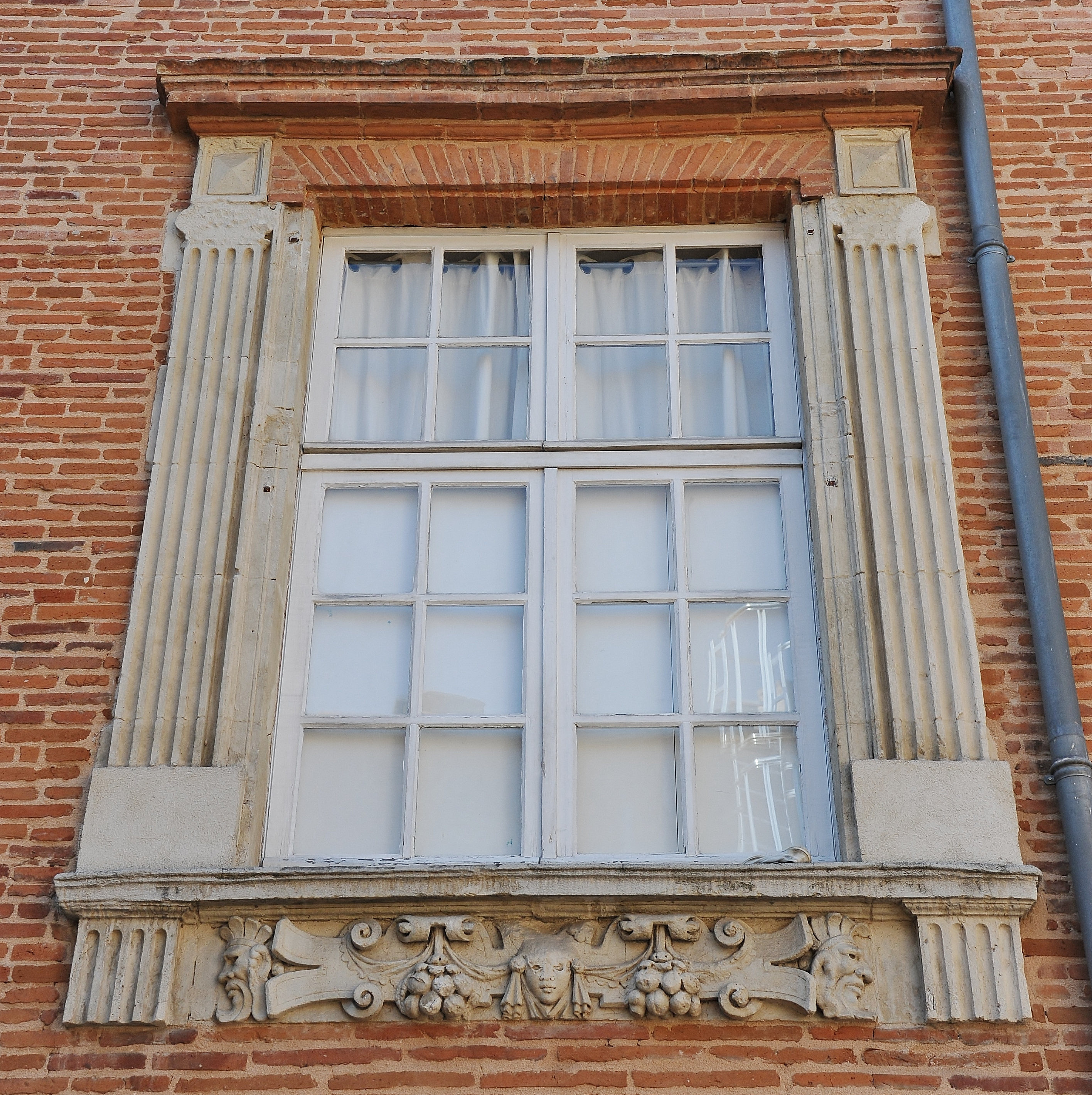
Maison d'Auger-Ferrier.
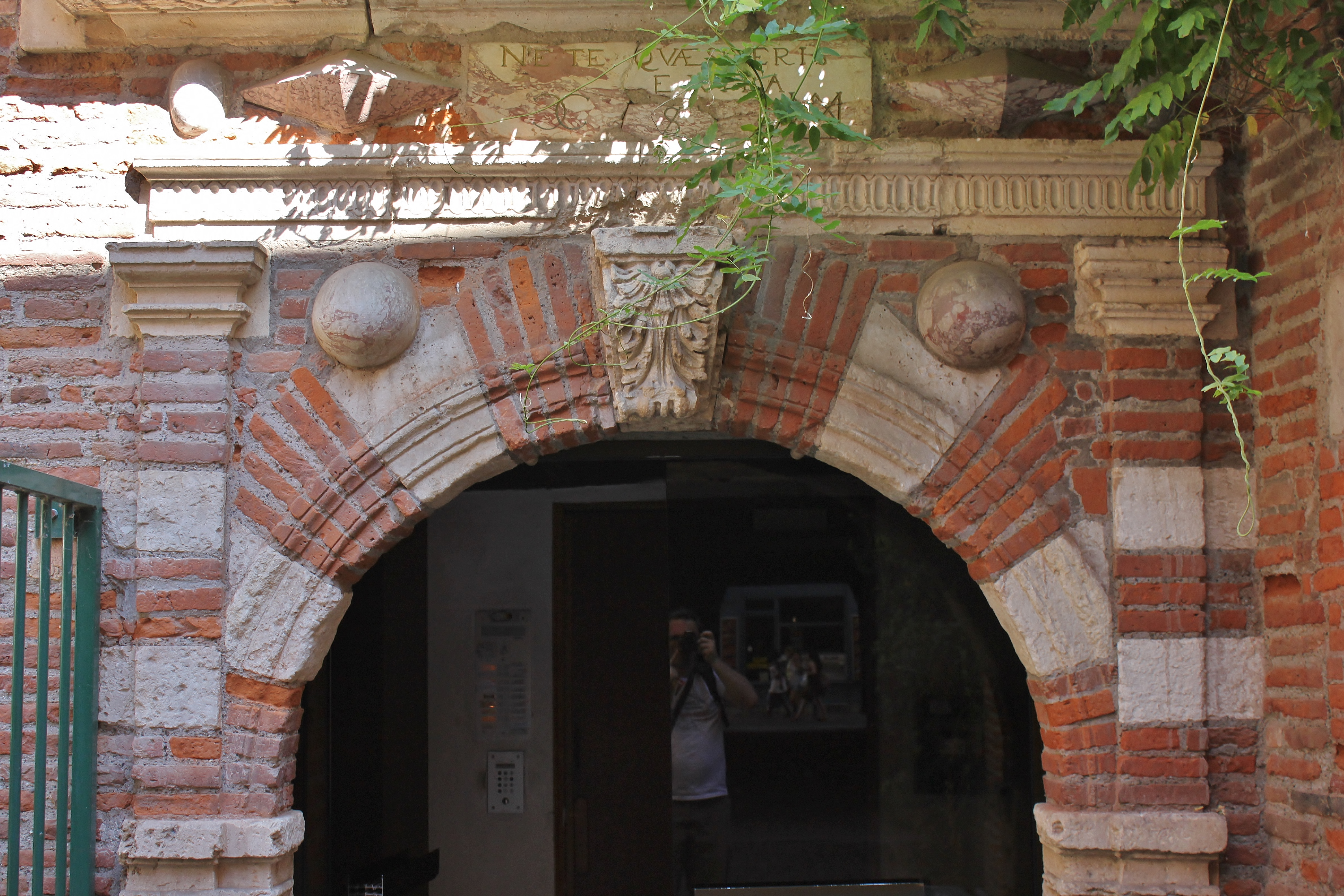
Portail de l'hôtel d'Aymès.
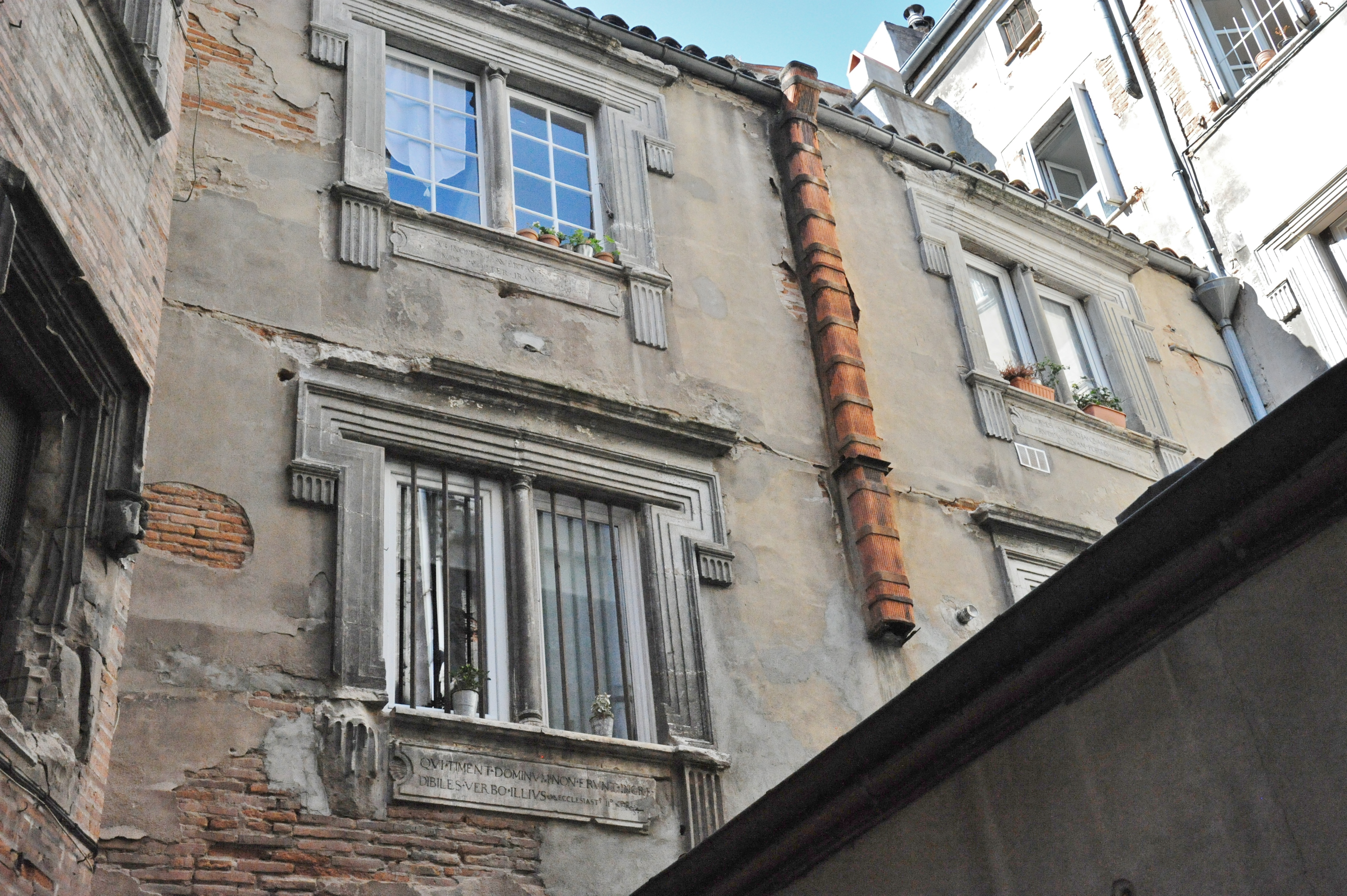
Hôtel Delpech.
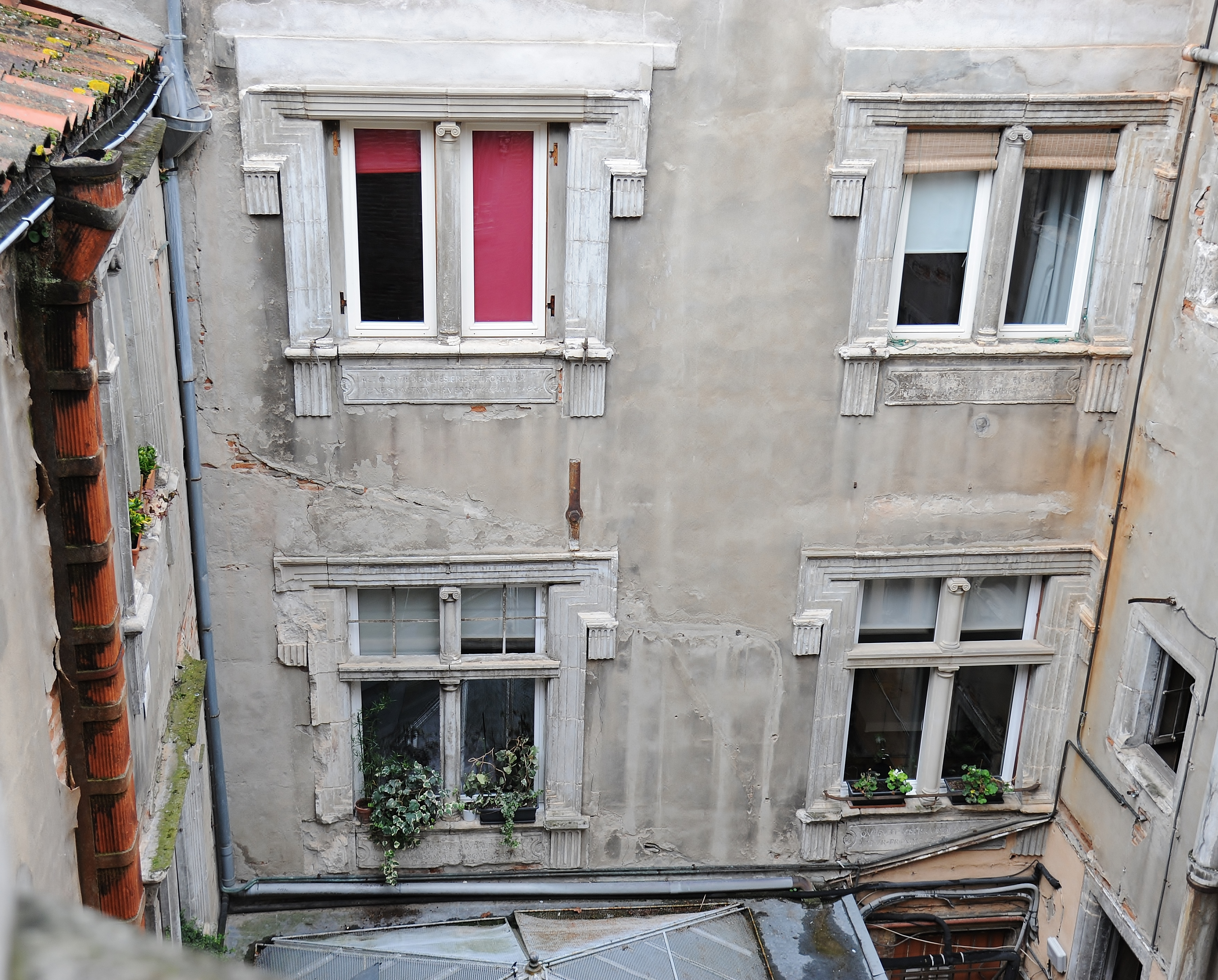
Hôtel Delpech.
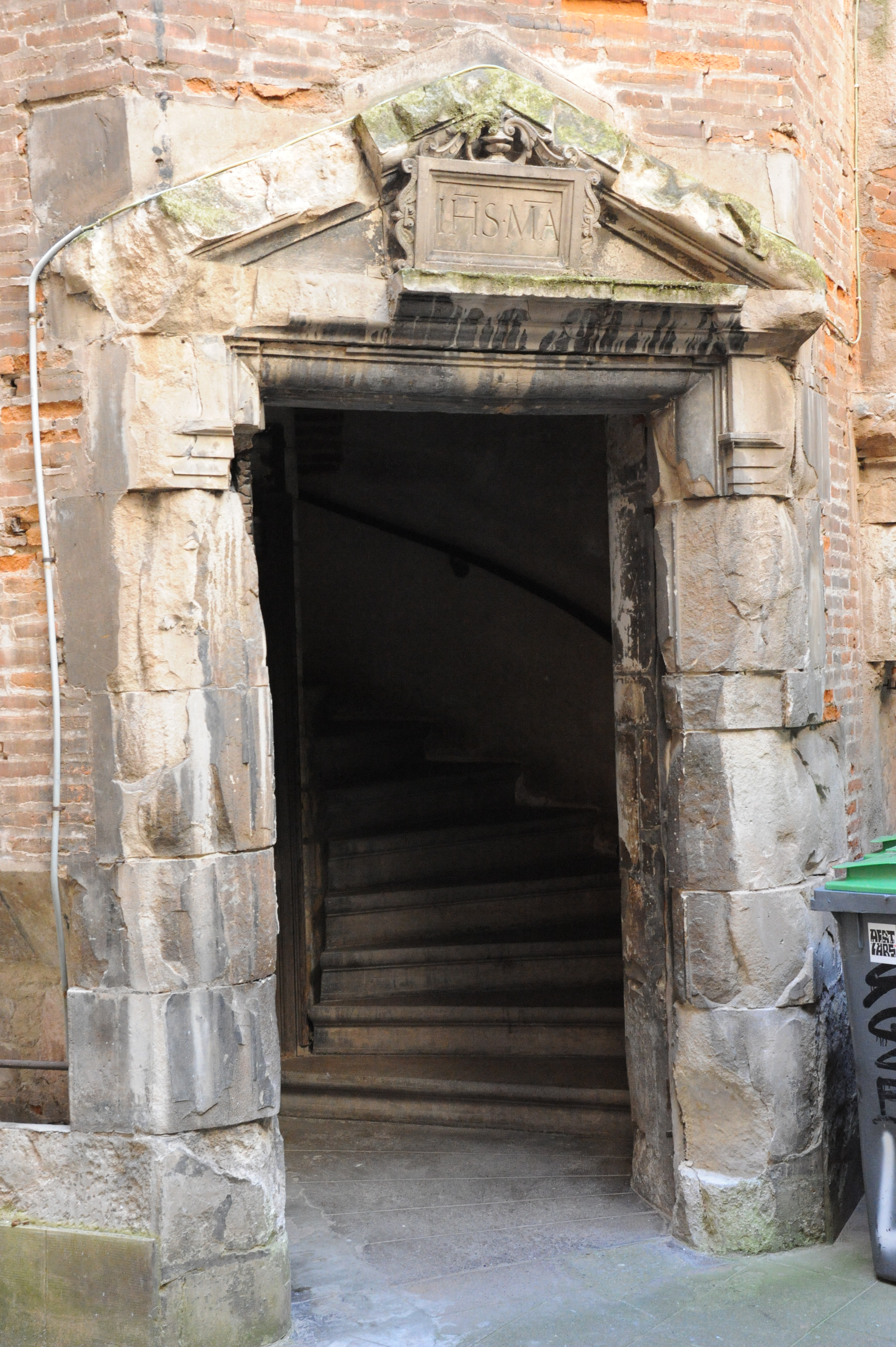
Hôtel Delpech.
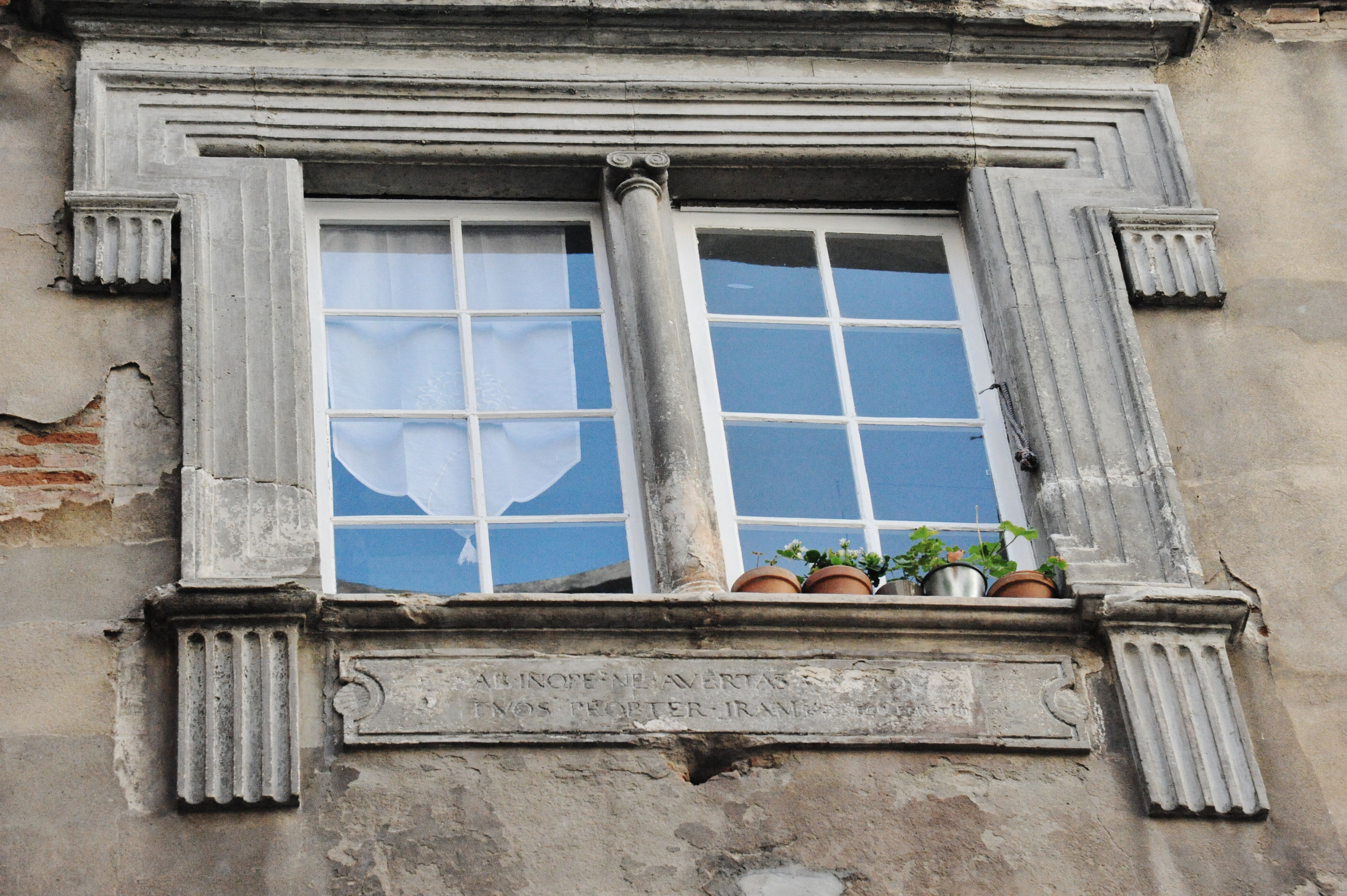
Hôtel Delpech, fenêtres avec citations de la Bible en latin.
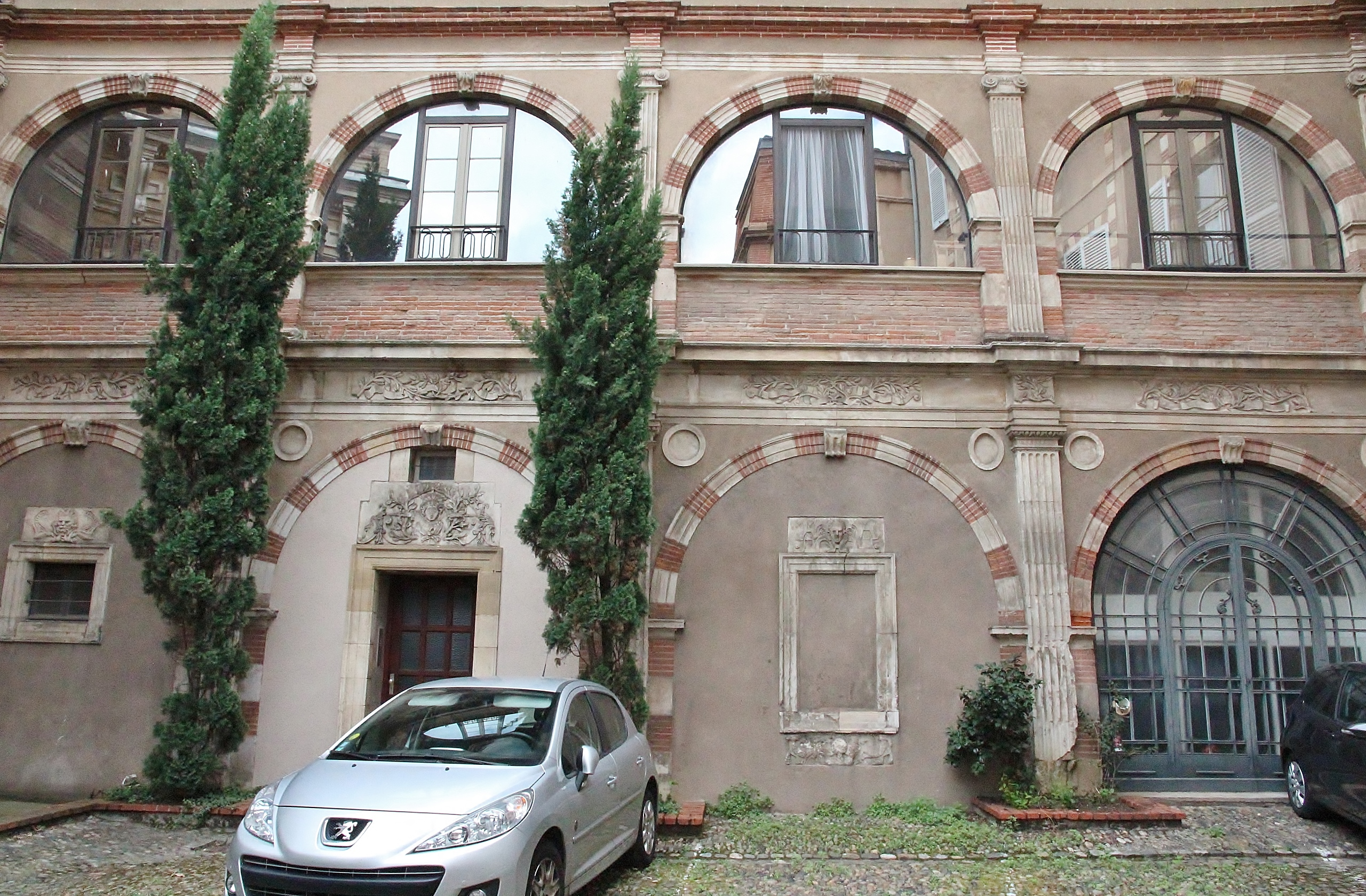
Hôtel Potier-Laterrasse.
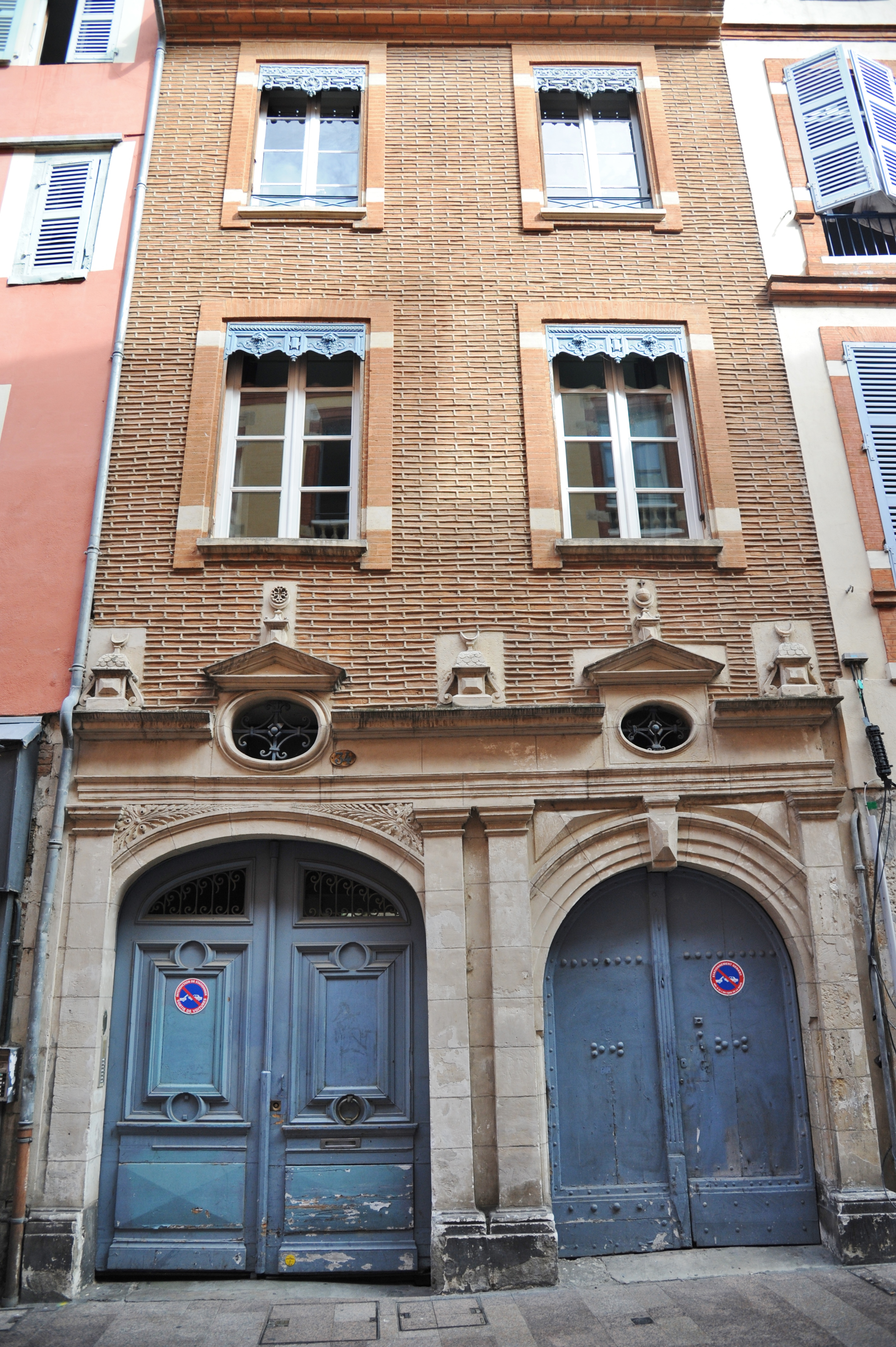
Hôtel de Lagorrée.
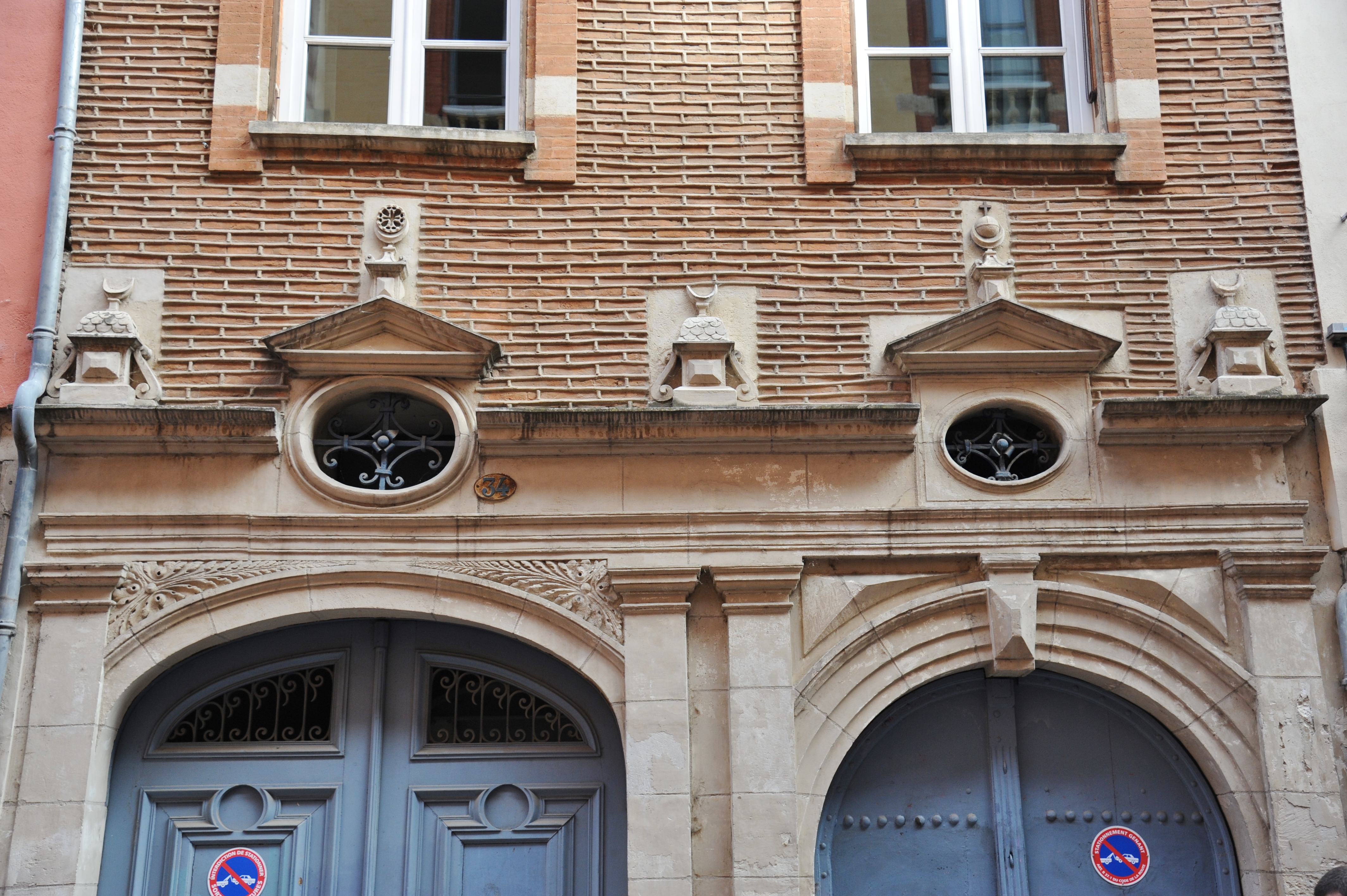
Hôtel de Lagorrée.
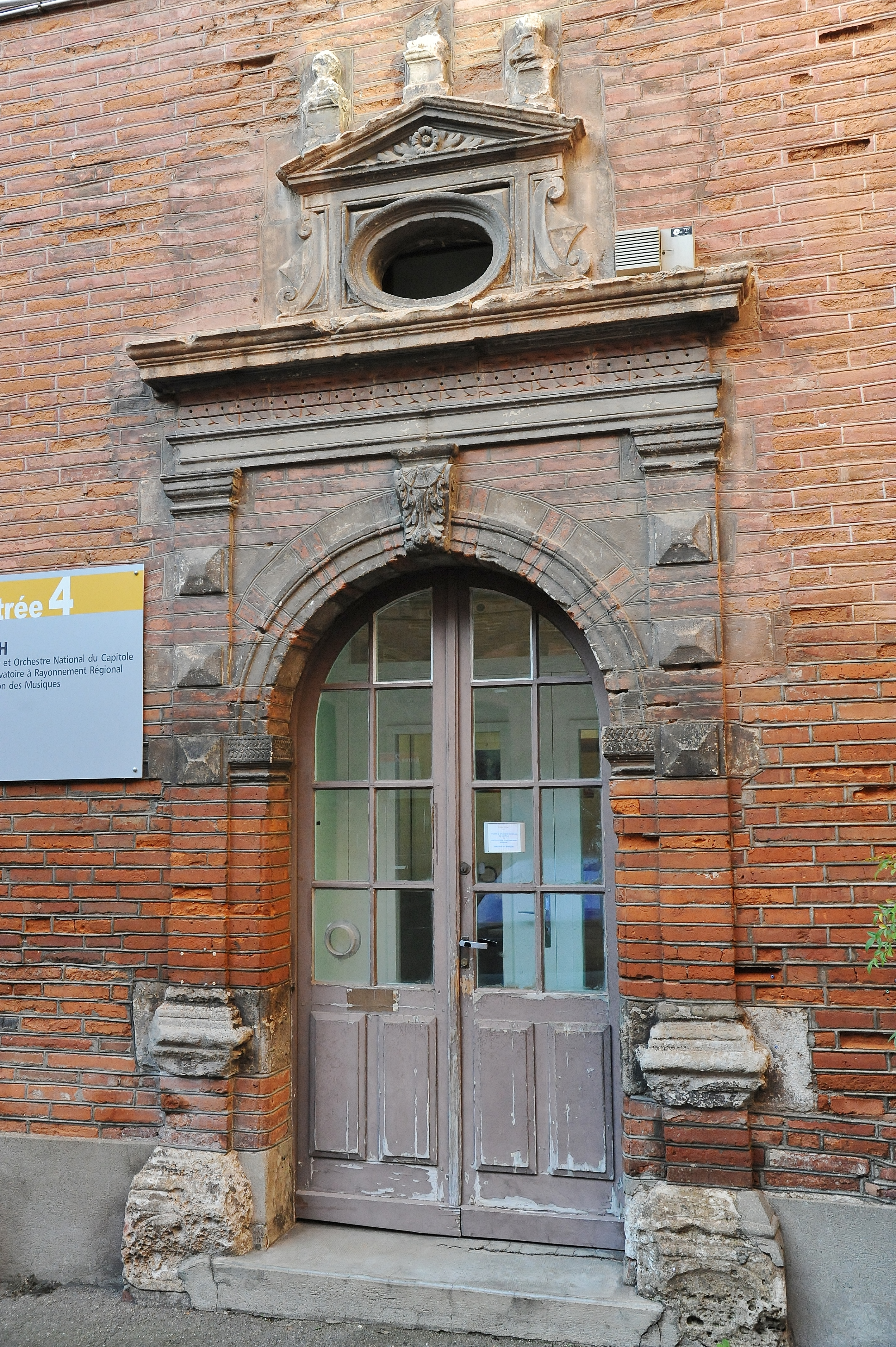
Portail de l'ancien hôtel de Vesa (détruit).
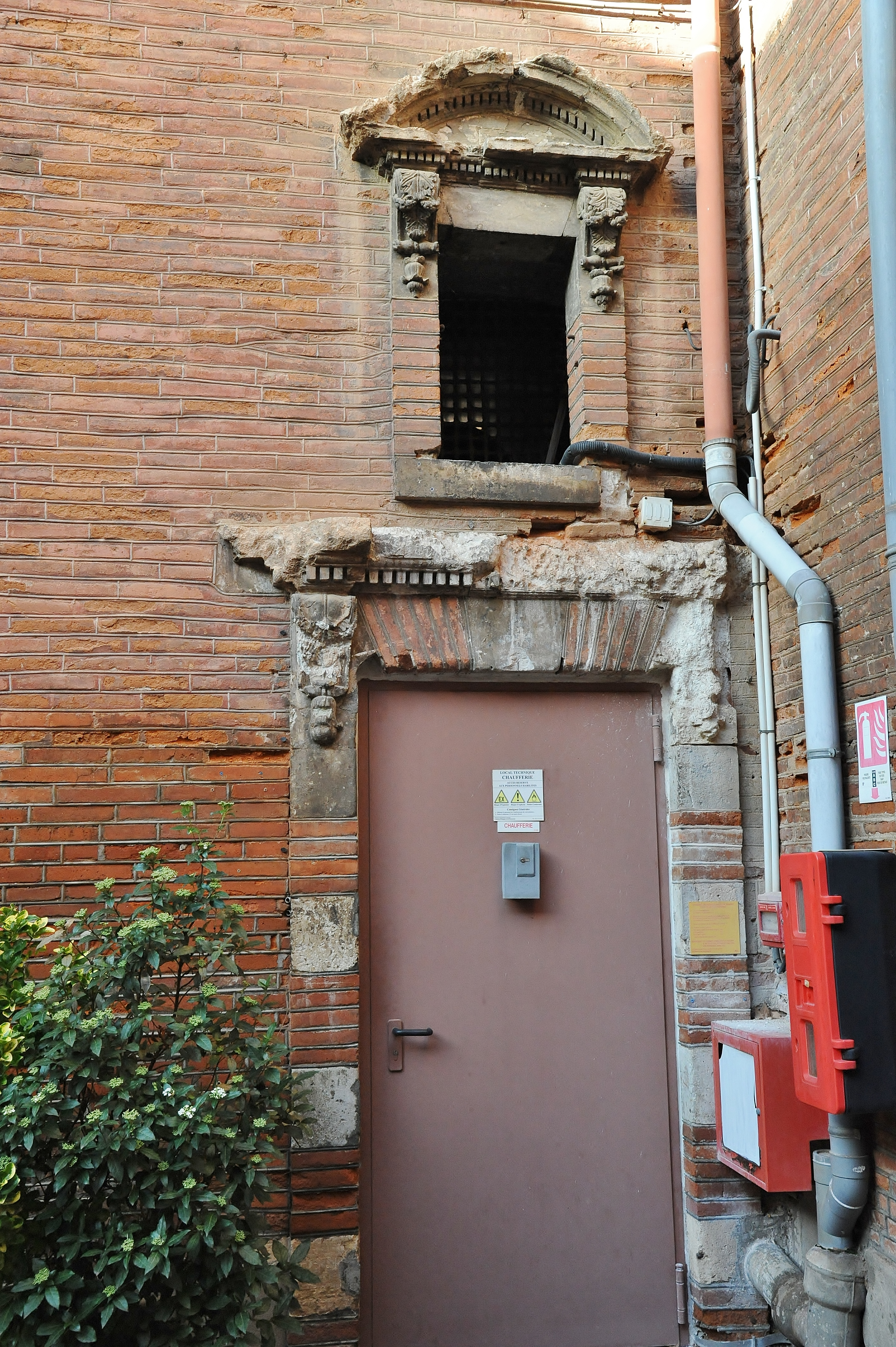
Porte de l'ancien hôtel de Vesa (détruit) ?
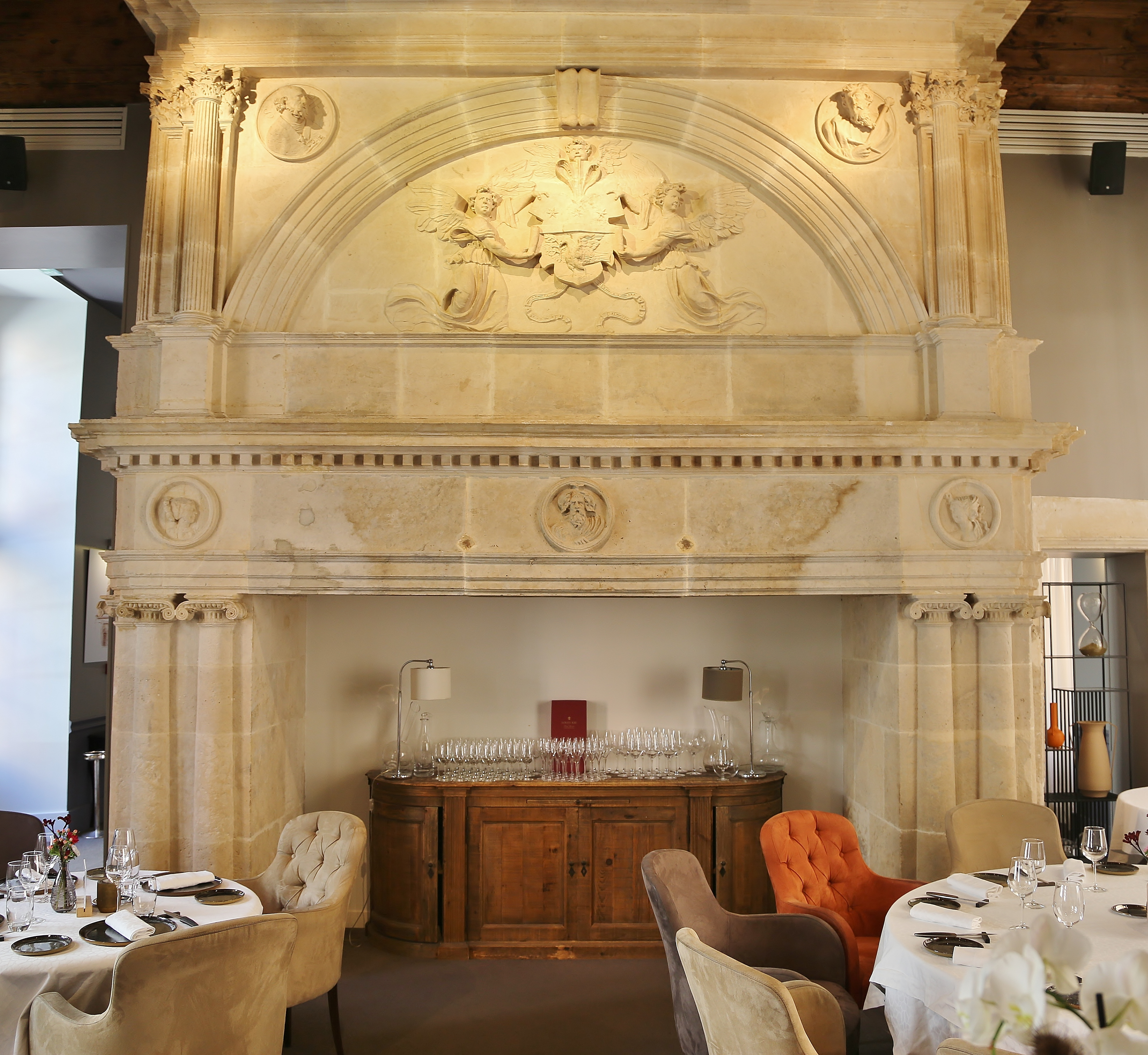
Cheminée du XVIe siècle à l'hôtel Tornié-Barrassy (hôtel ultérieur).

## LeXVIIesiècle(hors fin Renaissance)
Après la Renaissance, les décors se font moins nombreux et ostentatoires, du fait de la place accordée à la sobriété des structures architecturales et au développement des décors intérieurs. Les jeux de couleurs (entre la brique et la pierre) et de reliefs (bossage) constituent des solutions moins coûteuses et néanmoins efficaces pour animer les façades, la figure humaine ne s'exprime plus qu'à travers les mascarons.
La fin du XVIe siècle voit l'affaiblissement de l'activité marchande à Toulouse, et au XVIIe siècle les parlementaires s'affirment comme l'élite de la société toulousaine. Selon le mot de l'historien Michel Taillefer, Toulouse, ville de parlement, est devenue la ville du Parlement. À quelques exceptions près, ce sont donc les parlementaires qui font désormais bâtir la plupart des nouveaux hôtels particuliers.
Lors des premières décennies du siècle, l'accent est mis sur l'alternance brique-pierre sur les ouvertures, les petits motifs savants sur les linteaux, meneaux et traverses des fenêtres.
Vers le milieu du siècle, comme à Paris, les baies adoptent des encadrements simplifiés qui se détachent sur le nu du mur pour fournir, par le jeu d'alternance des matériaux, un effet de bossage. Les trumeaux s'animent de tables saillantes ou creuses et des dosserets recoupés par des bandeaux horizontaux réunissent les ouvertures. On retrouve là les dispositions proposées dans le recueil de Pierre Le Muet « La manière de bien bâtir pour toutes sortes de personnes », publié à Paris en 1623 et largement diffusé dans toute la France. Sur ces élévations répétitives, seul le portail tranche de façon spectaculaire et fournit à coup sûr le signe distinctif d'une présence aristocratique avec son format imposant dû à la vogue du carrosse. 
À la fin du siècle l'architecte Jean-Pierre Rivalz introduit la formule du palais italien, avant d'être recruté par les capitouls comme architecte de la Ville. Par ailleurs un nouvel élément d'animation apparaît : le balcon avec son garde-corps en fer forgé. 

### L'hôtel de Caulet
Adresse : 3 rue du colonel-lieutenant Pélissier. Inscrit MH.
Cet hôtel est construit au tout début du XVIIe siècle pour Jean-Georges de Caulet, seigneur d'Auterive, trésorier de France et, à la fin de sa vie, président à mortier au Parlement. Caulet a voulu son hôtel, dont il ne reste aujourd'hui pratiquement que la façade, somptueux et vaste pour ses nombreux enfants et domestiques. Dans les angles les tourelles carrées abritent des escaliers en vis, mais la porte d'entrée ouvrait sur un escalier rampe sur rampe. Au XVIIIe siècle on édifia le portail et agrandit les fenêtres. L'encadrement brique et pierre sert de motif commun aux ouvertures qui sont le seul ornement des façades. 

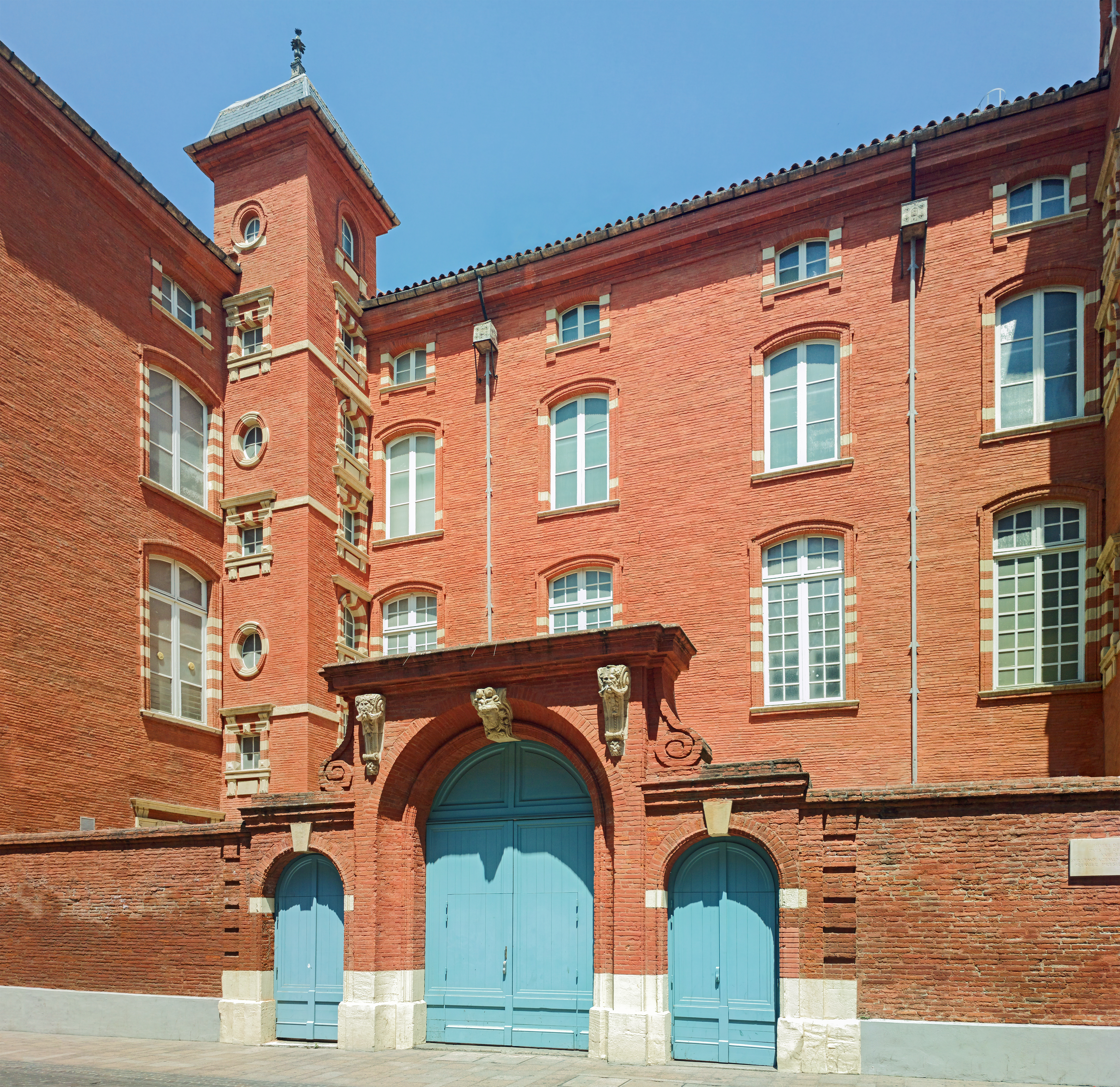
Hôtel de Caulet.
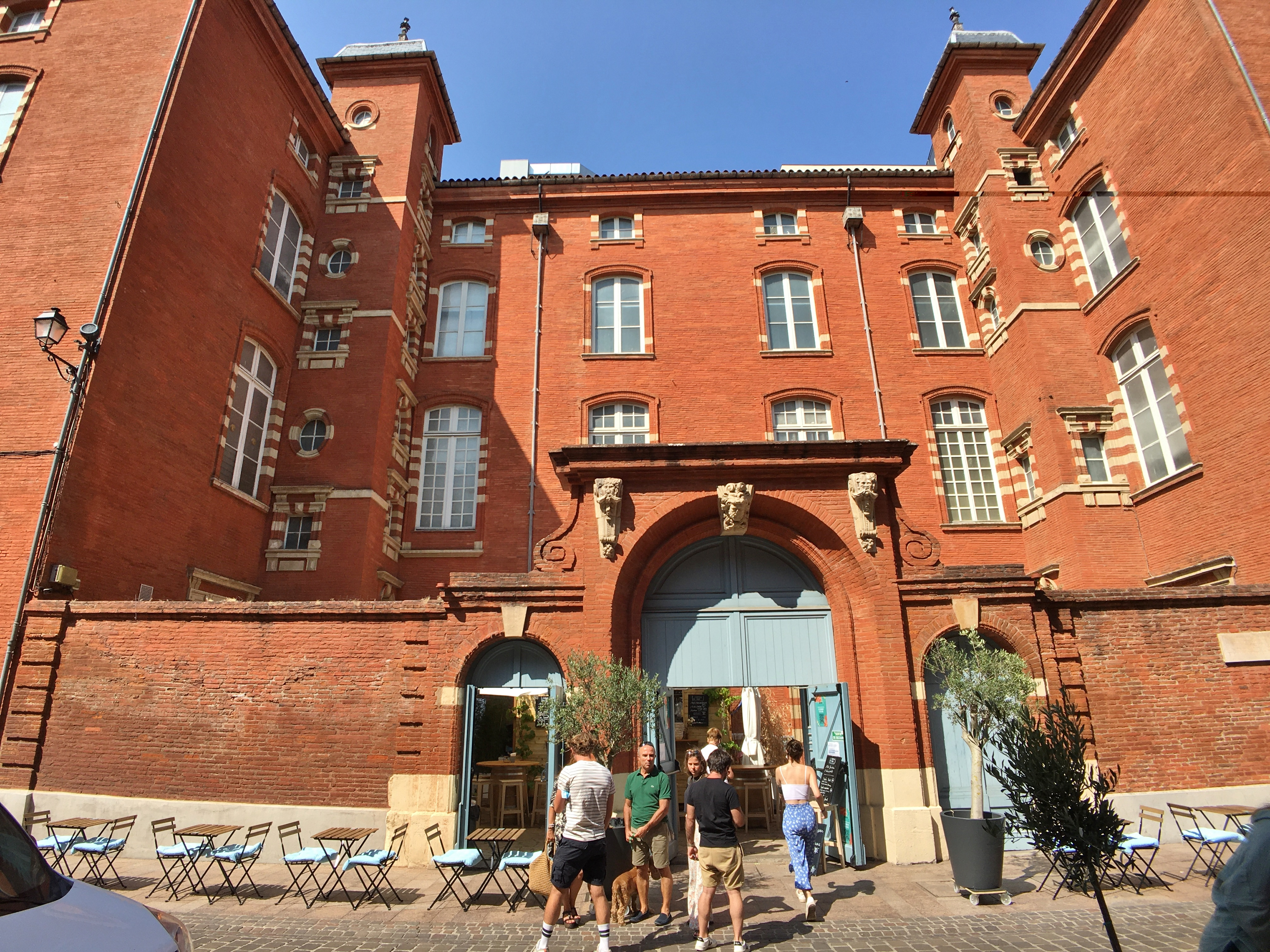
Hôtel de Caulet.
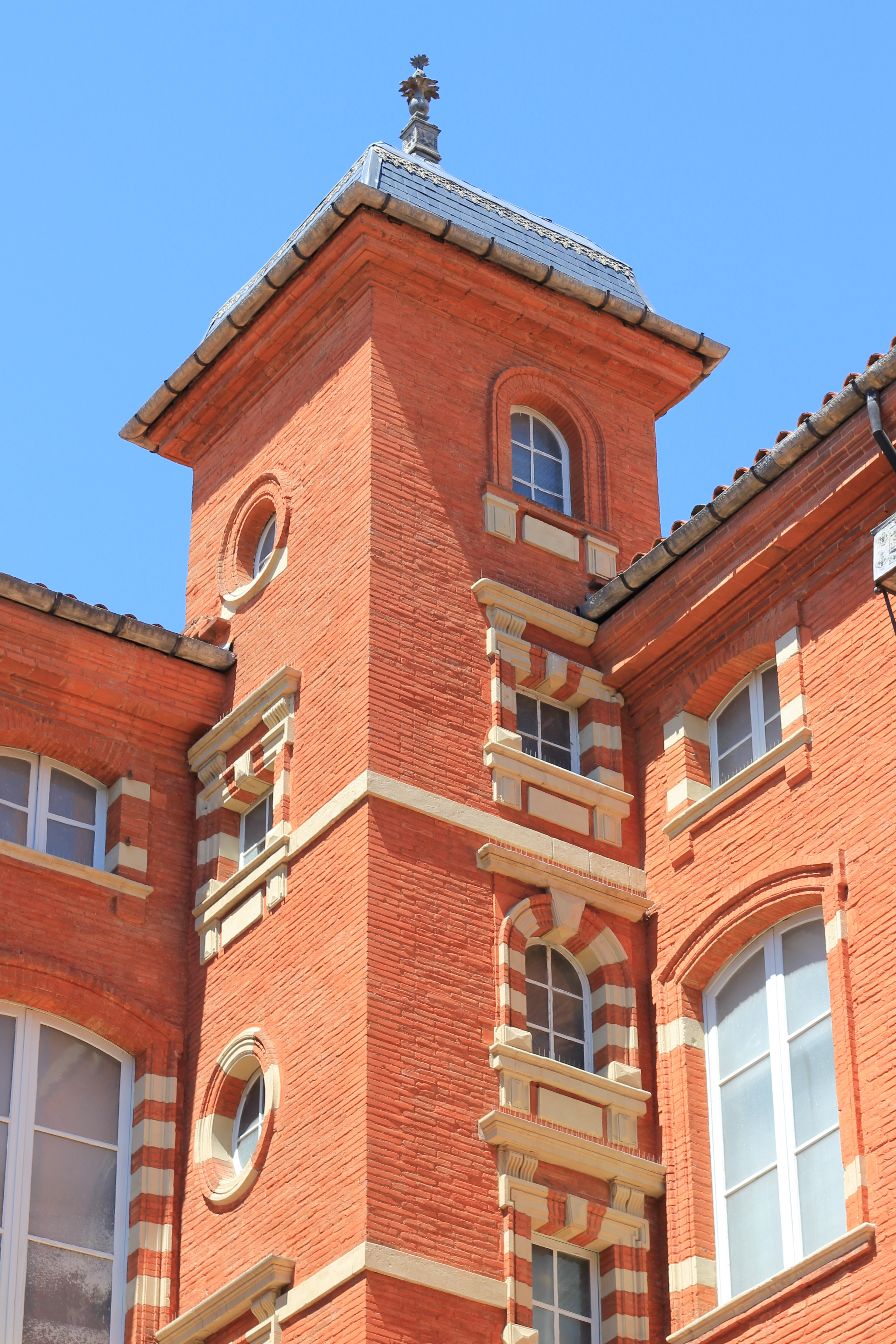
Caulet : tourelle.
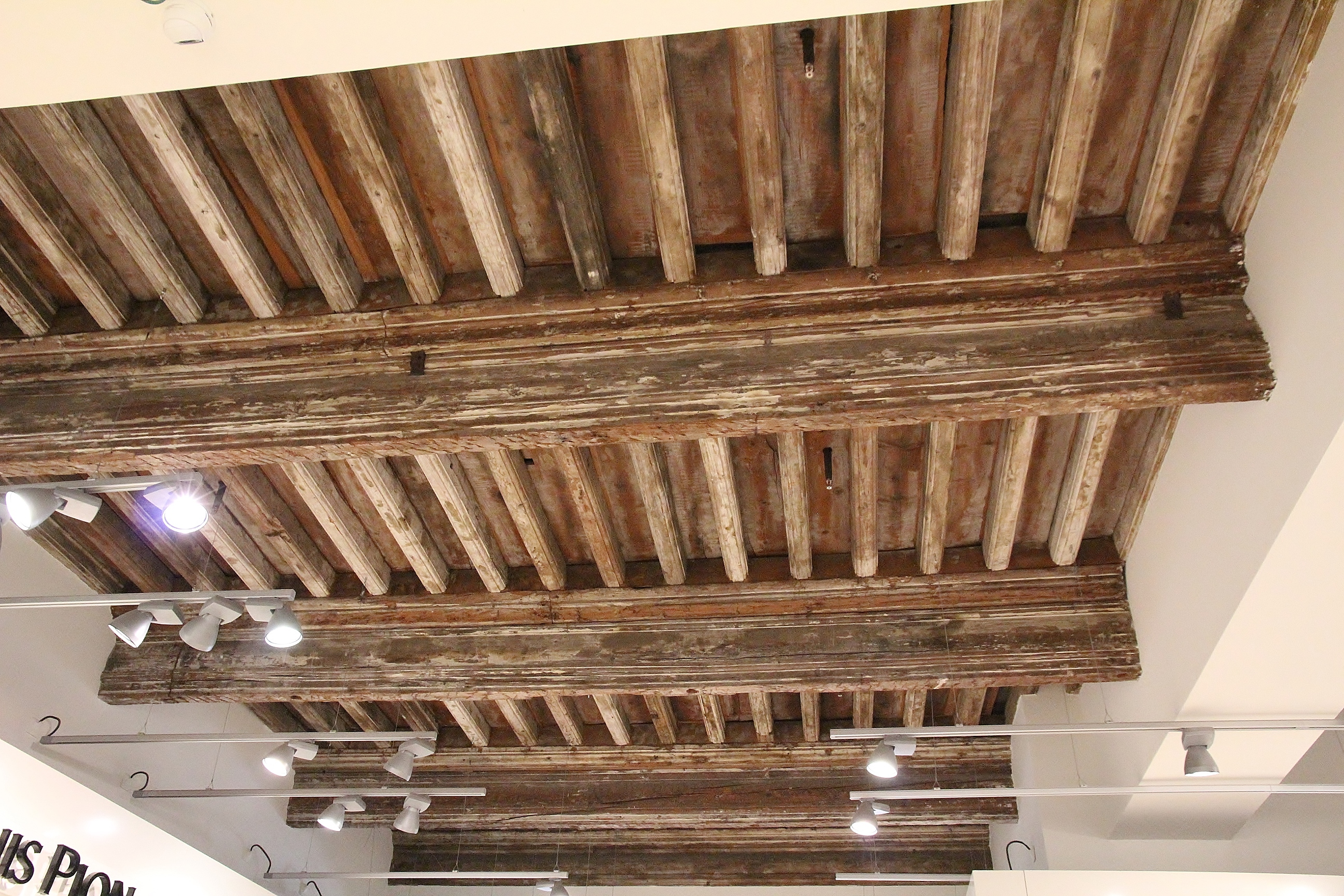
Caulet : plafond à la française.

### L'hôtel de Chalvet
Adresse : 12 place du Parlement. Non protégé MH.
Construit entre 1610 et 1620, l'hôtel de Chalvet est caractéristique des demeures que font édifier les parlementaires à proximité du Parlement (alors situé à l'emplacement de l'actuel Palais de justice). Son grand portail surmonté d'un fronton annonce les hautes fonctions des propriétaires de l'hôtel, on retrouve sur les ouvertures l'alternance brique et pierre caractéristique de ce siècle. Les étages sont desservis par un bel escalier tournant à retour rampe sur rampe, dont les deux piliers servant de noyaux font alterner la brique et la pierre. Il est pourvu d'une rampe en balustres de pierre.

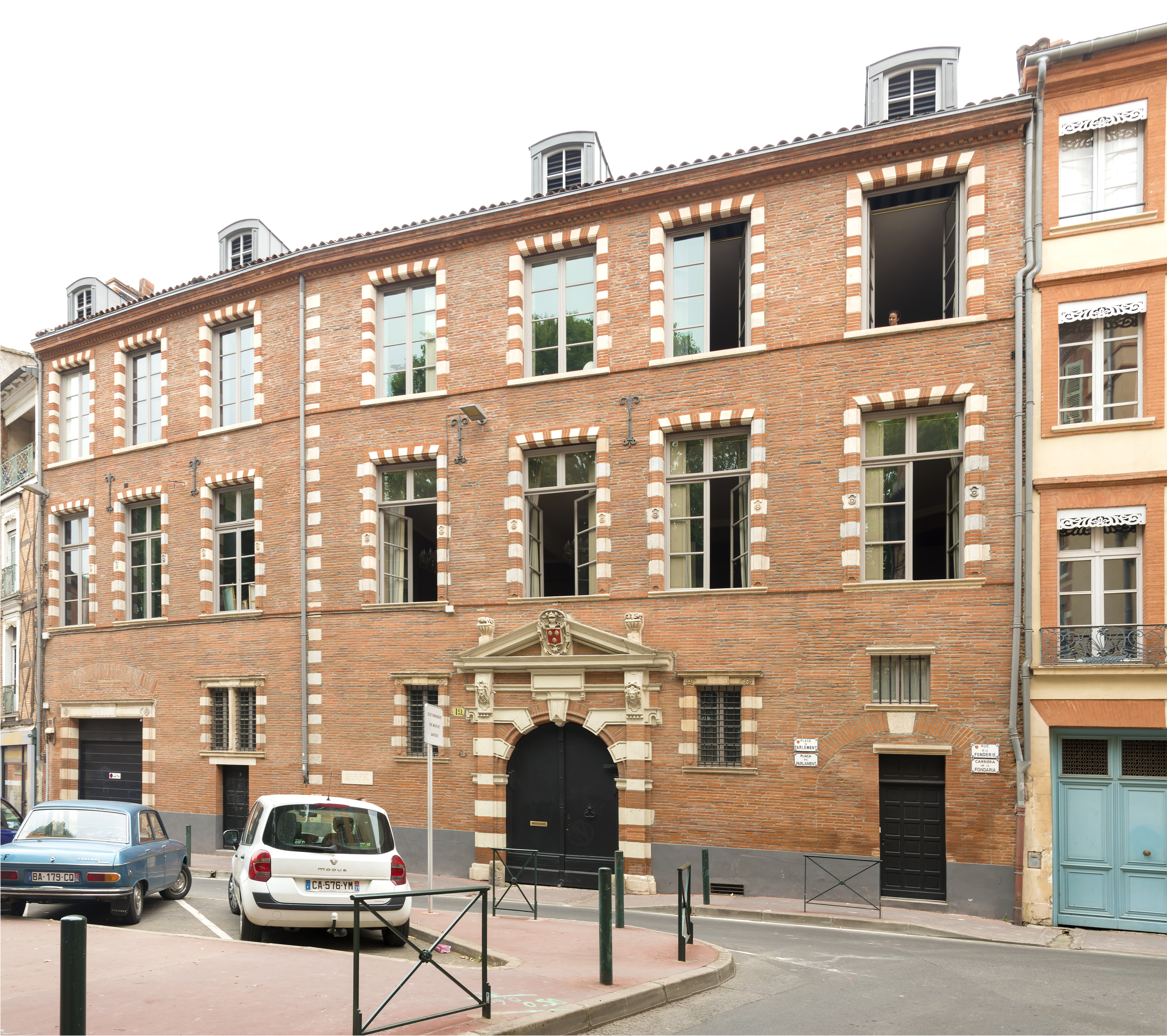
Hôtel de Chalvet.
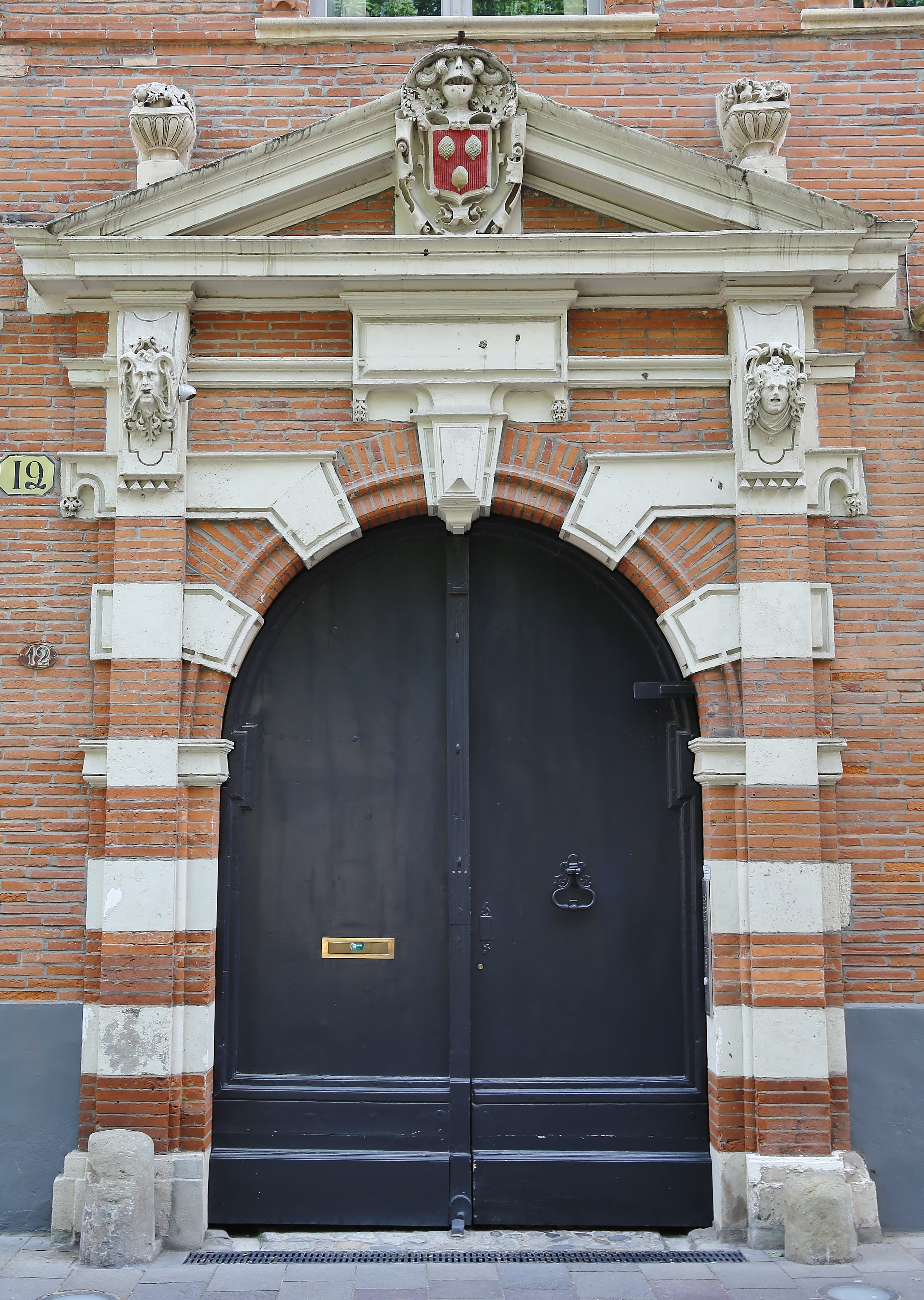
Chalvet : portail.
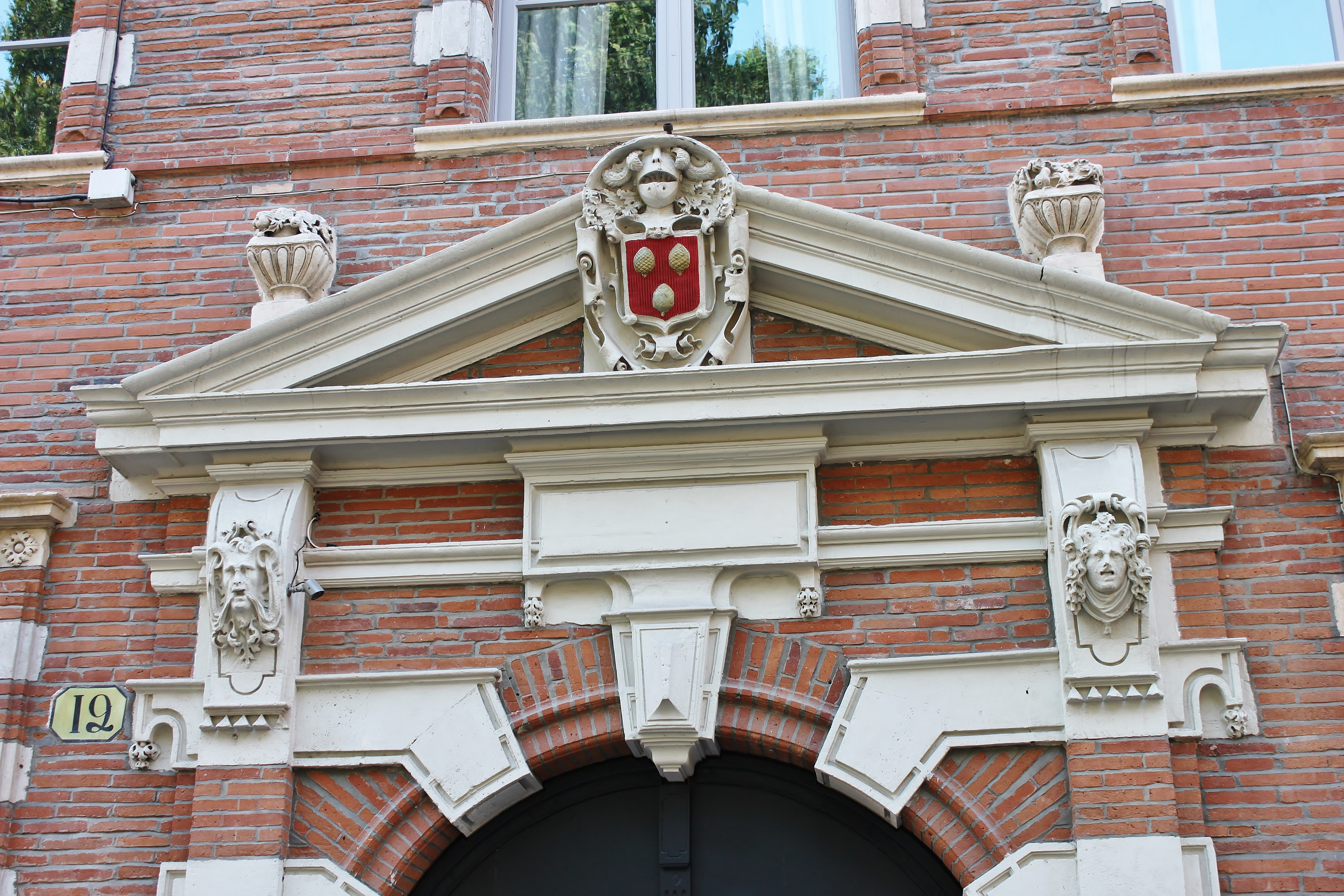
Chalvet : détail du portail.
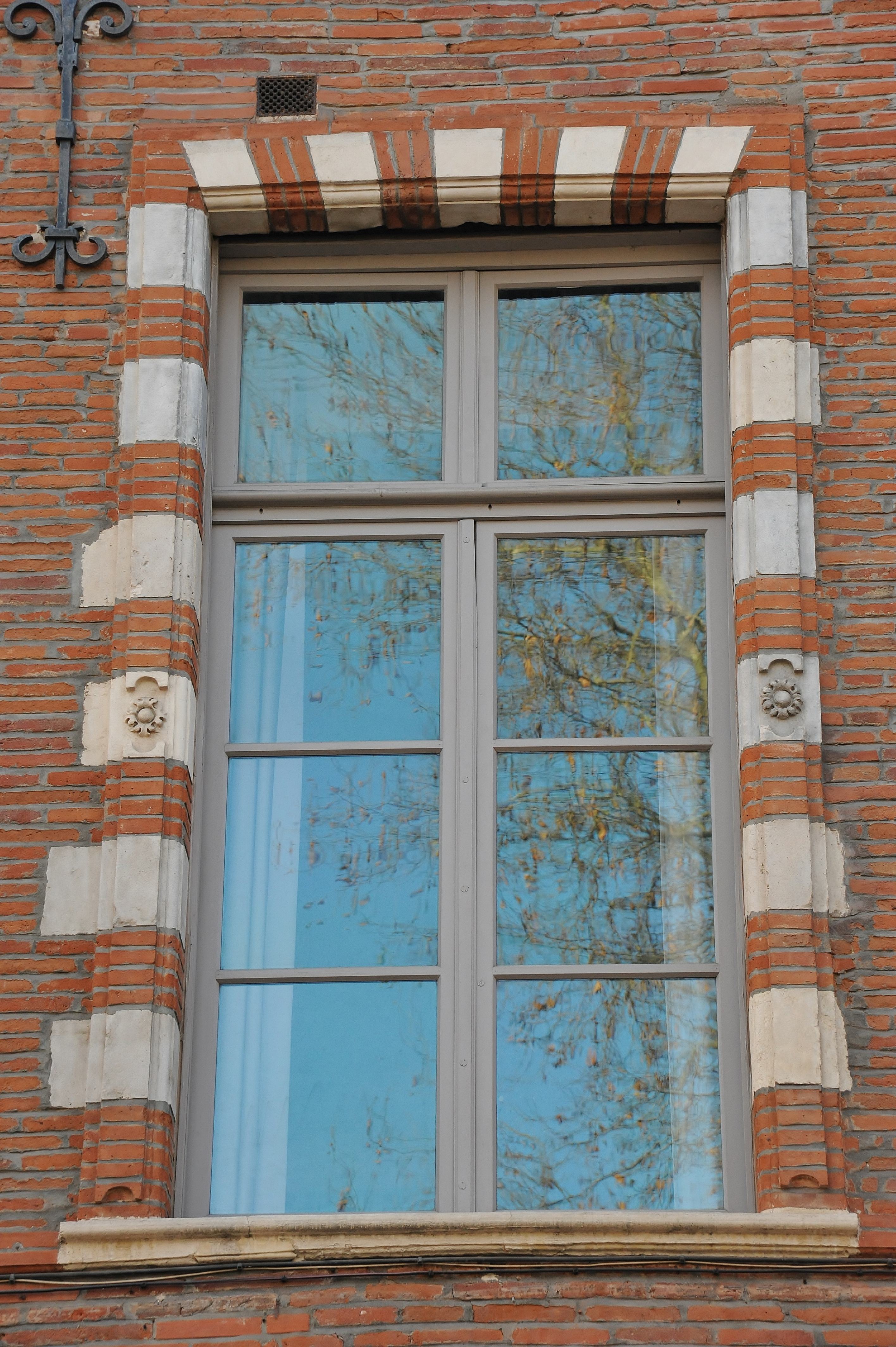
Chalvet : fenêtre.
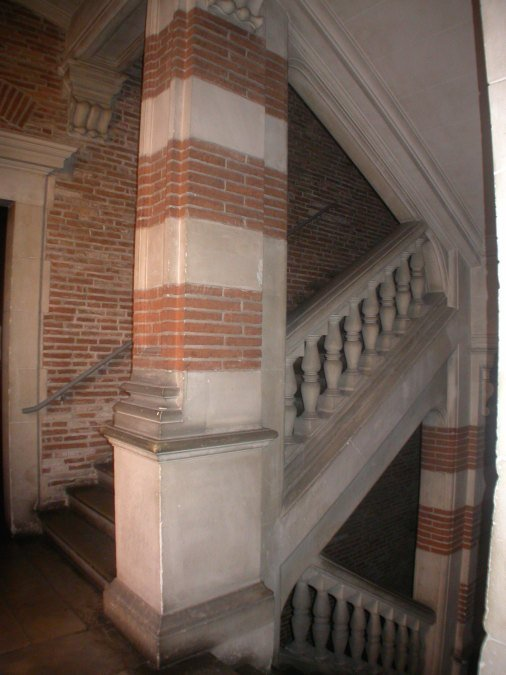
Chalvet : escalier.
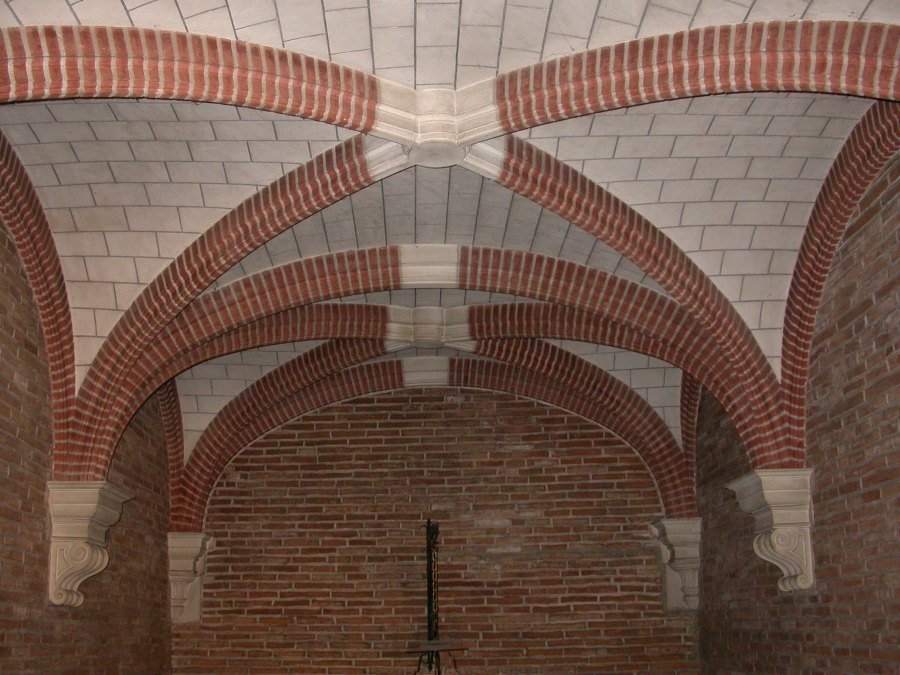
Chalvet : voûte de la cage d'escalier.

### L'hôtel de Marvéjol
Adresse : 47 rue Pharaon. Inscrit MH.
Cet hôtel bâti au tout début du XVIIe siècle vit sa façade sur rue être remaniée à peine dix ans plus tard par le nouveau propriétaire, Jean de Marvéjol, marchand et capitoul (en 1631-1632). Cette façade donnant sur la grande rue a conservé son portail et son arc de boutique. La cour a gardé son puits et, pour accéder aux étages des deux corps de bâtiments, des galeries superposées aux balustres de bois. Des arcades livrent passage vers la cage d'escalier, formant sur chaque palier une sorte de loggia ouvrant sur la cour. Cette formule, inhabituelle à Toulouse, se rattache à une tradition méridionale dont les hôtels particuliers de Montpellier ont donné les plus spectaculaires variations. 

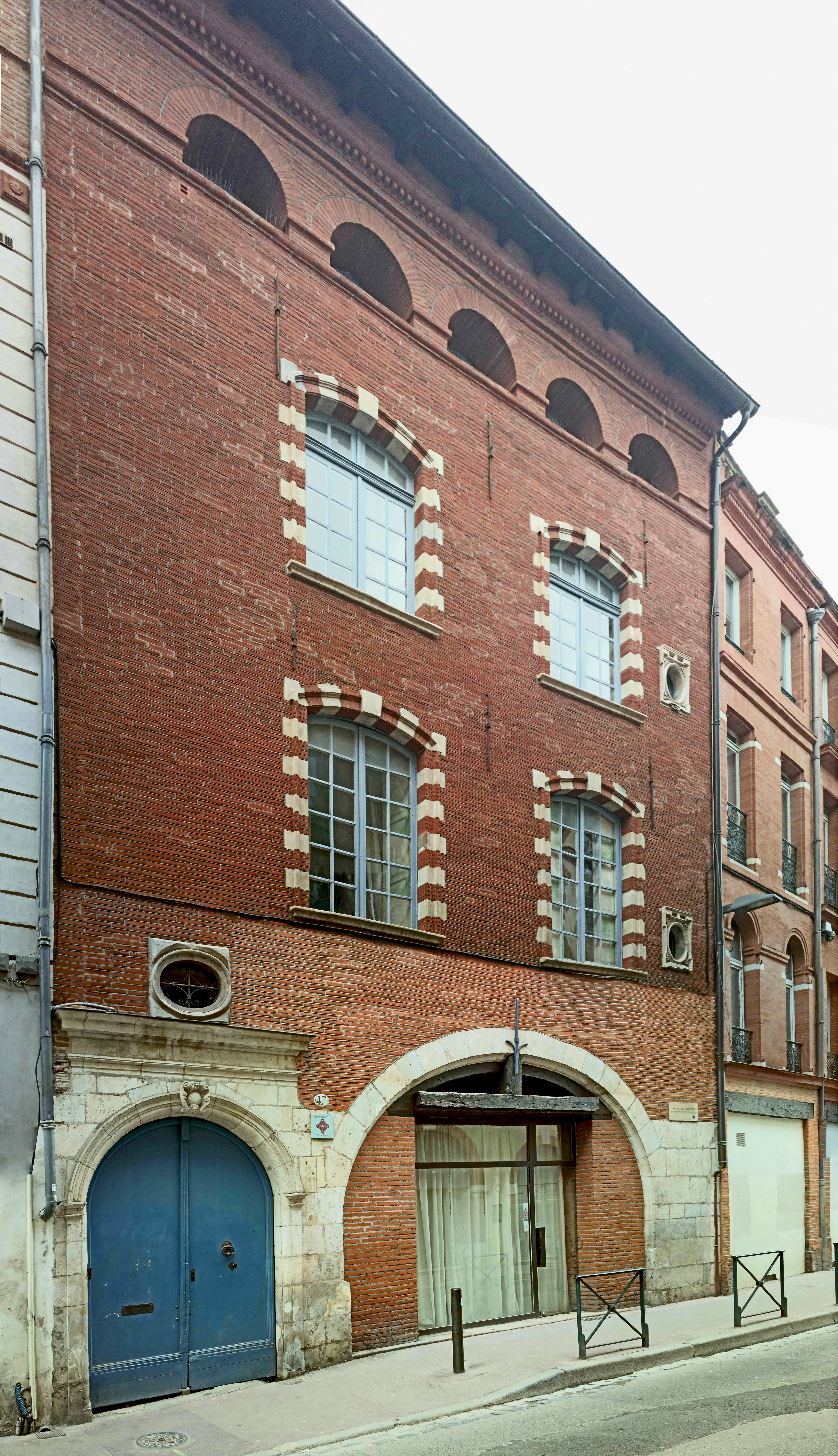
Hôtel de Marvéjol.
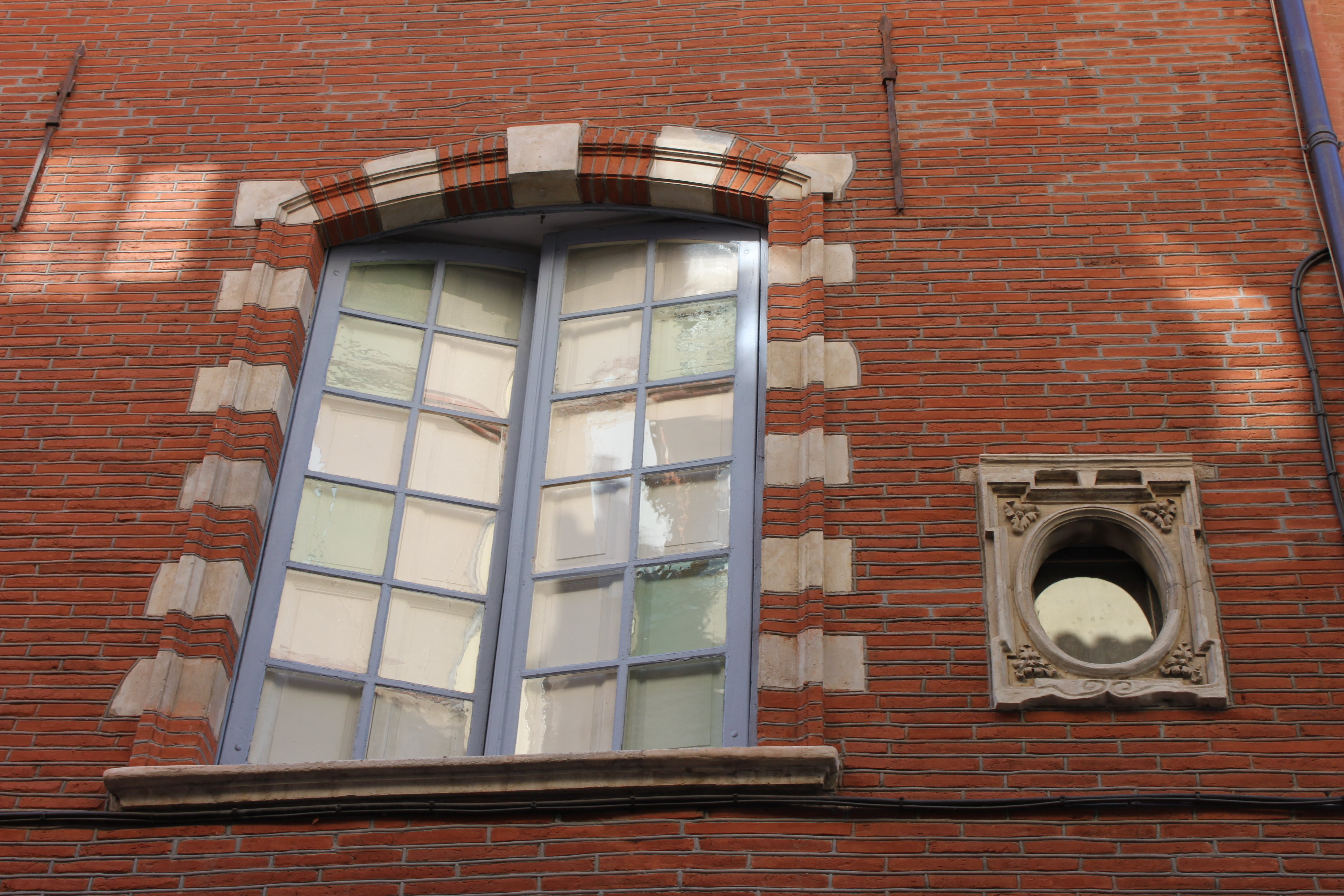
Marvéjol : fenêtres.
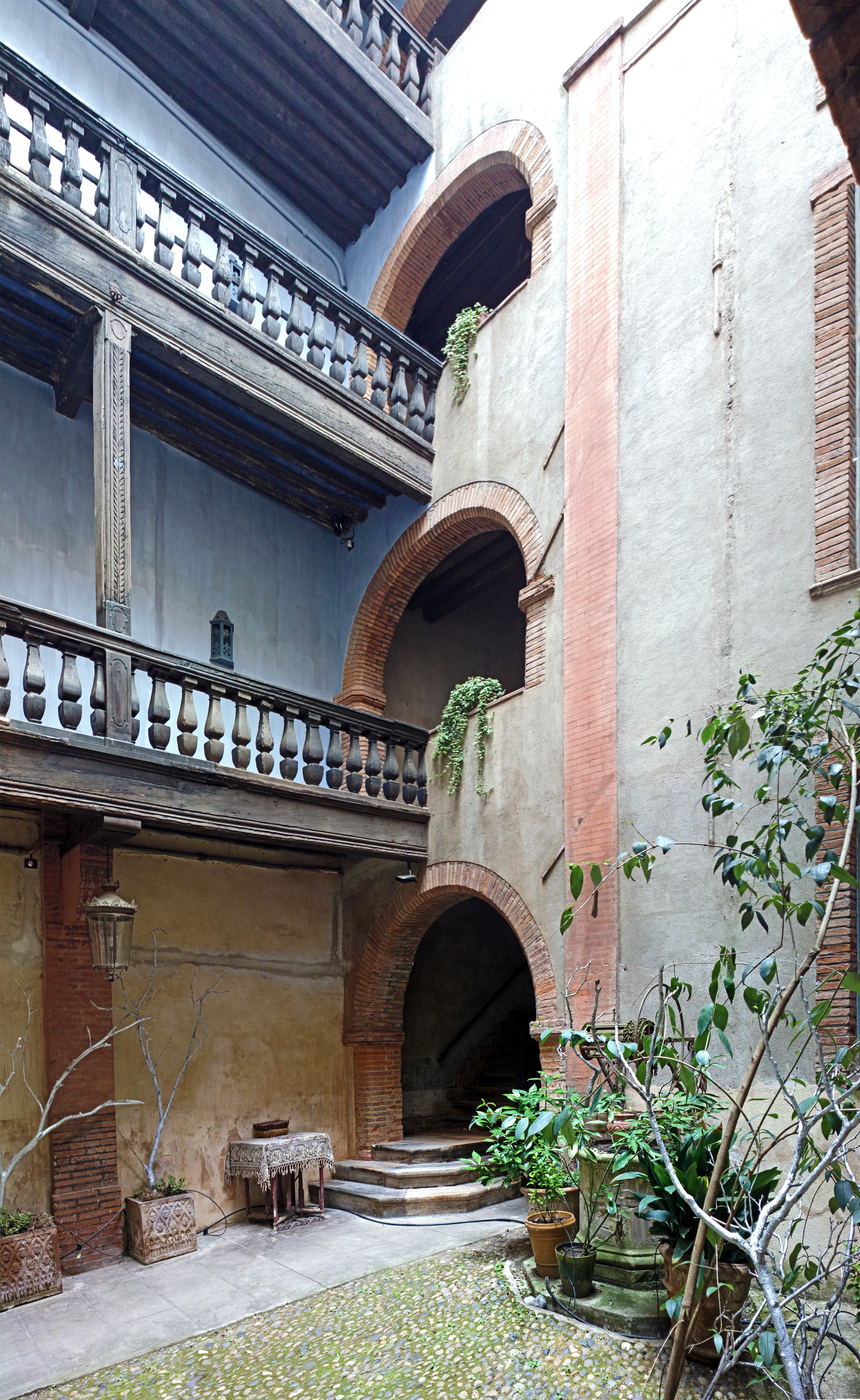
Marvéjol : cour intérieure, galeries, arcades et puits.
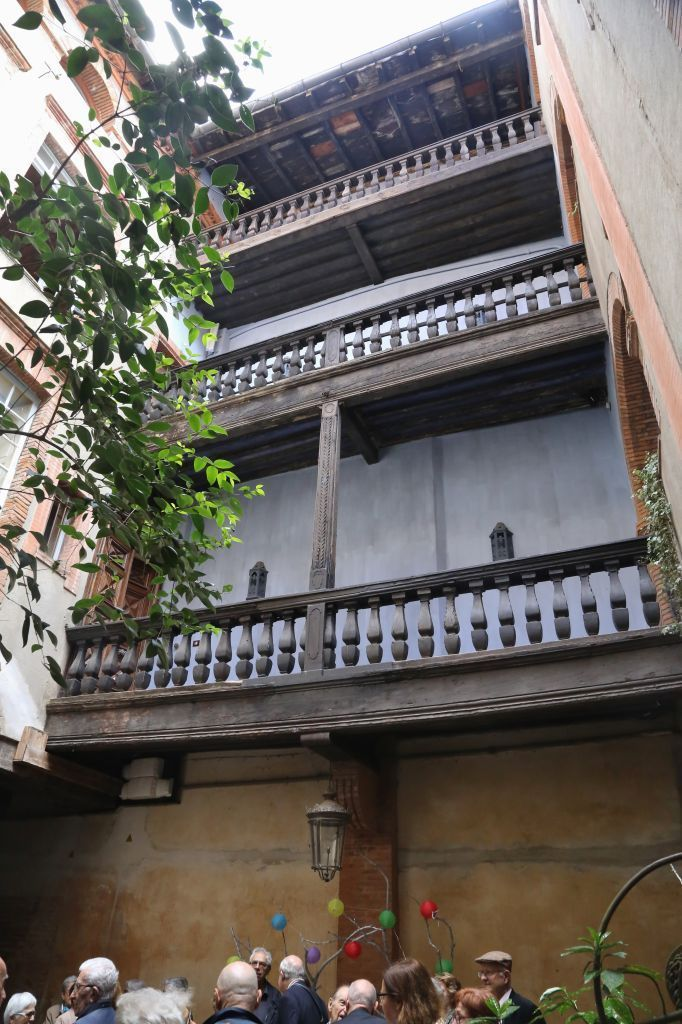
Marvéjol : galeries en bois dans la cour.
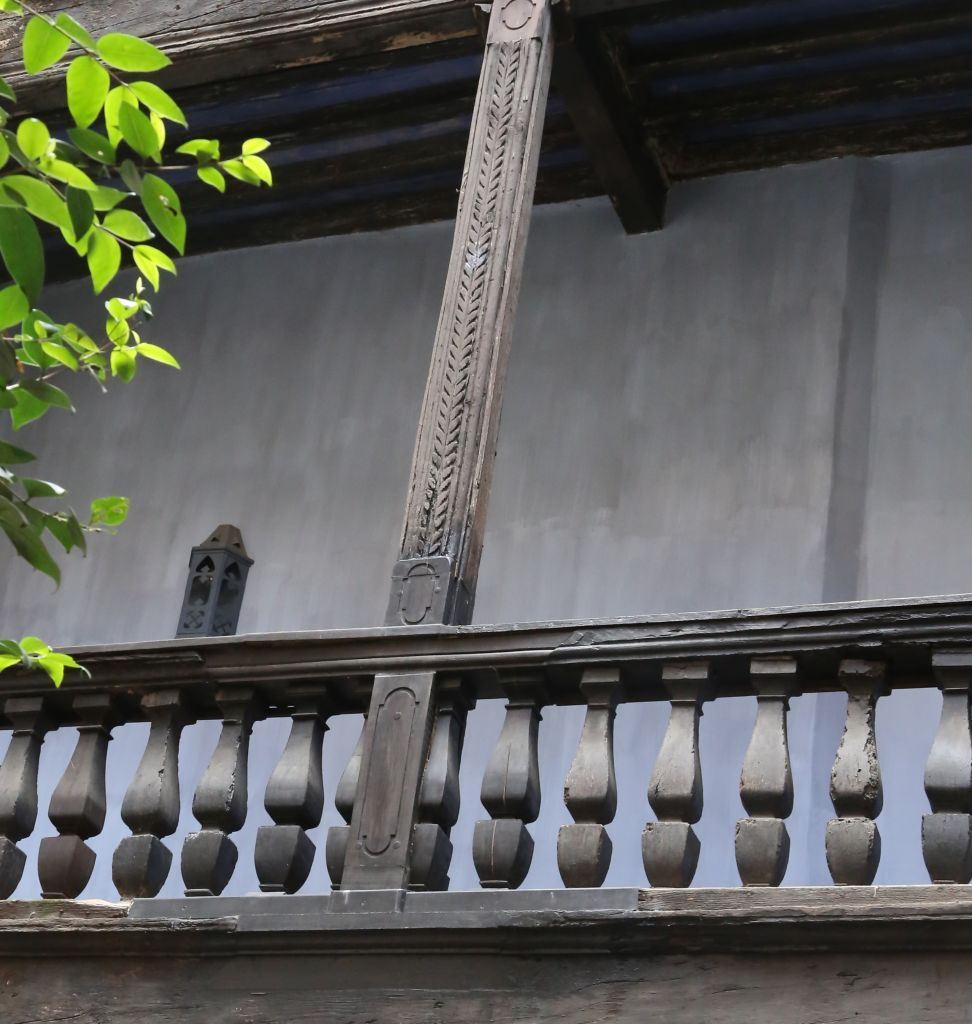
Marvéjol : balustres en bois.
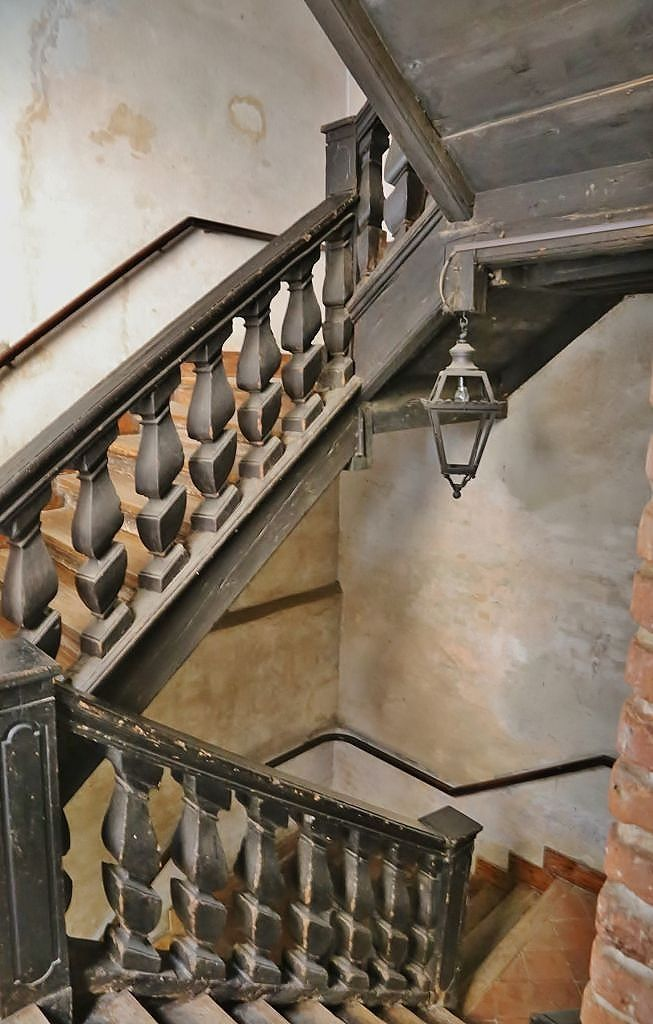
Marvéjol : escalier.
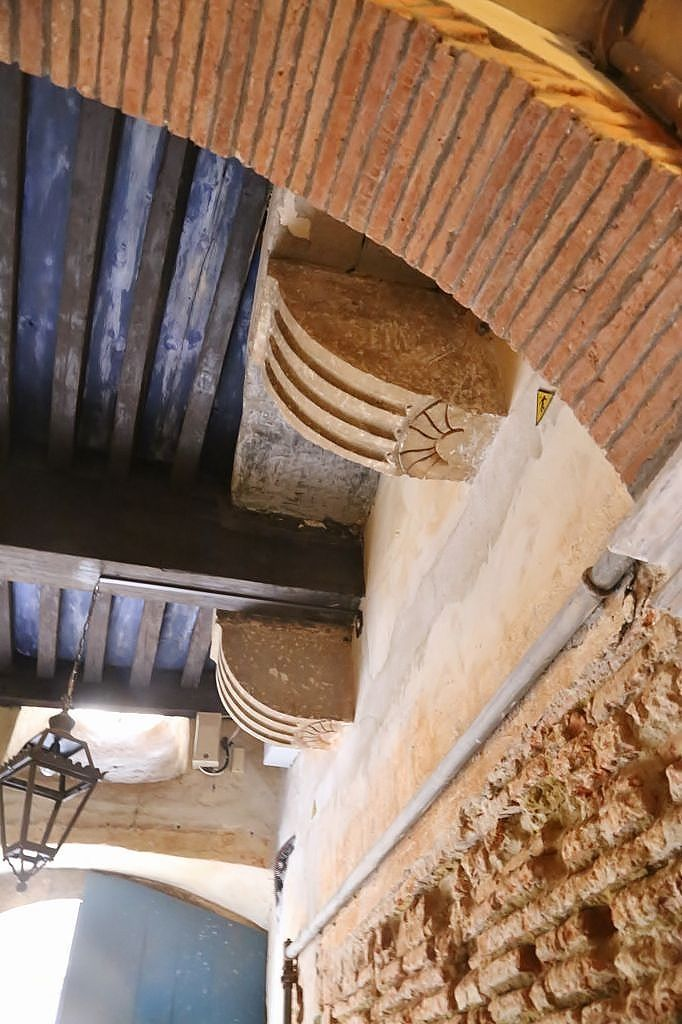
Marvéjol : consoles.
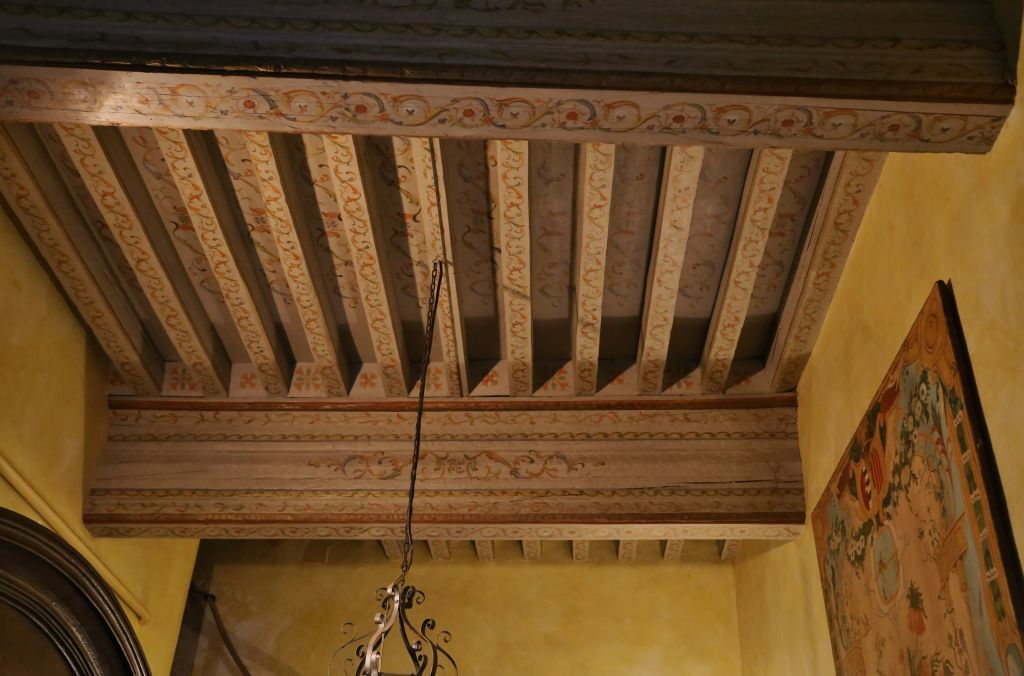
Marvéjol : plafond à la française.

### L'hôtel Maleprade
Adresse : 43 rue Gambetta. Non protégé MH.
Cet hôtel bâti dans les années 1620, dont il reste deux façades, se rattache à une famille d'édifices de la même époque : hôtel de Caulet, hôtel de Chalvet, hôtel Comère.

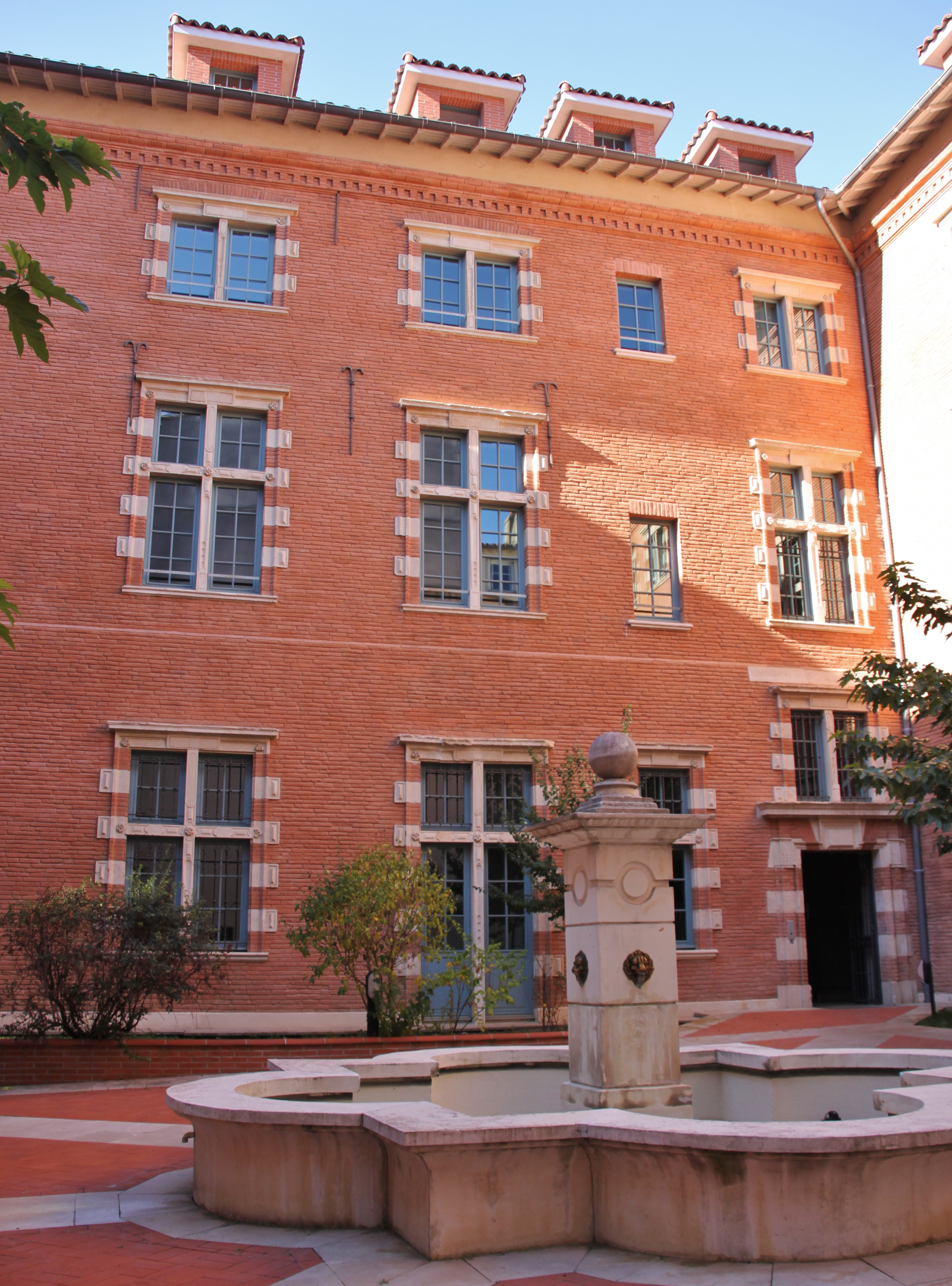
Hôtel Maleprade.
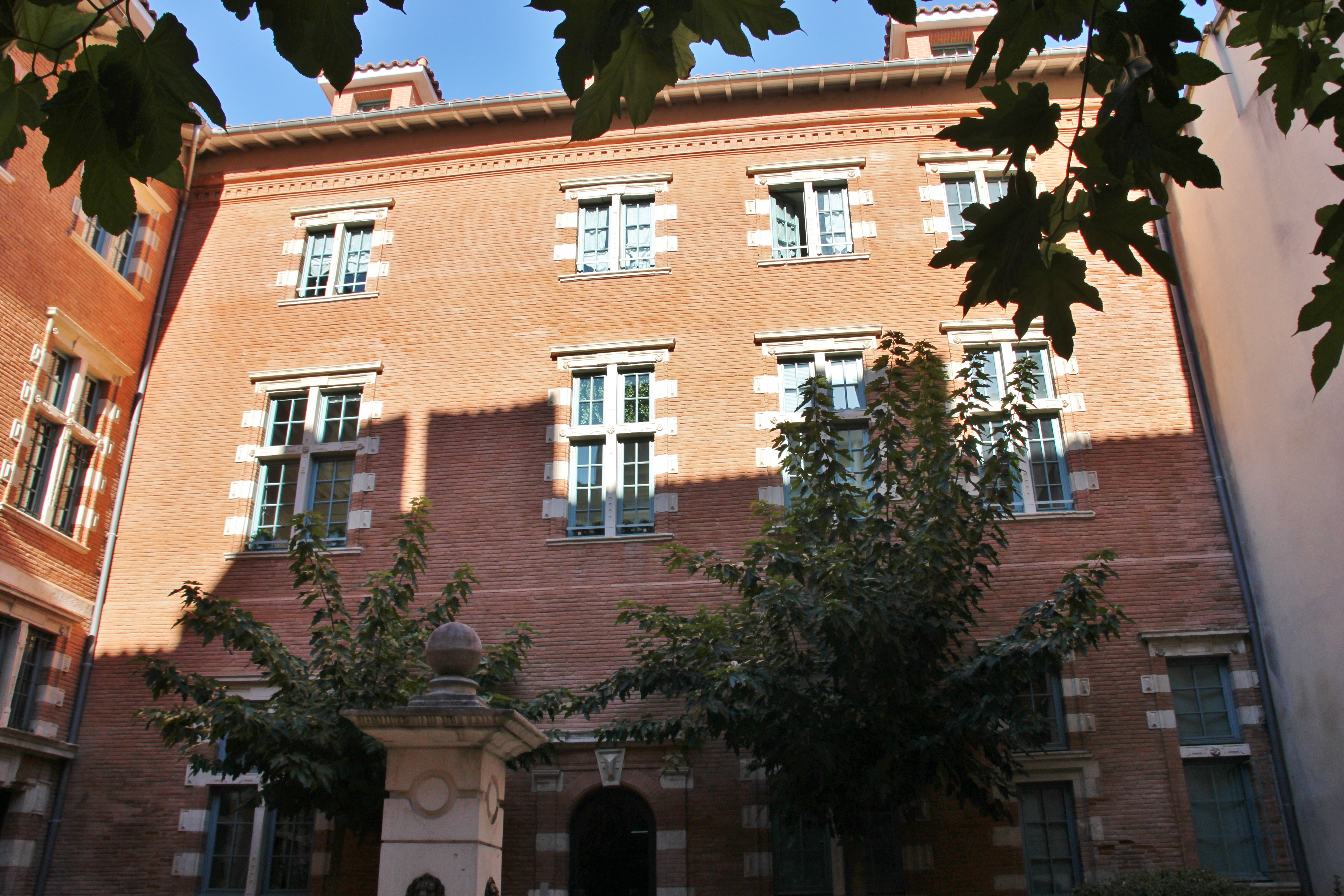
Hôtel Maleprade.
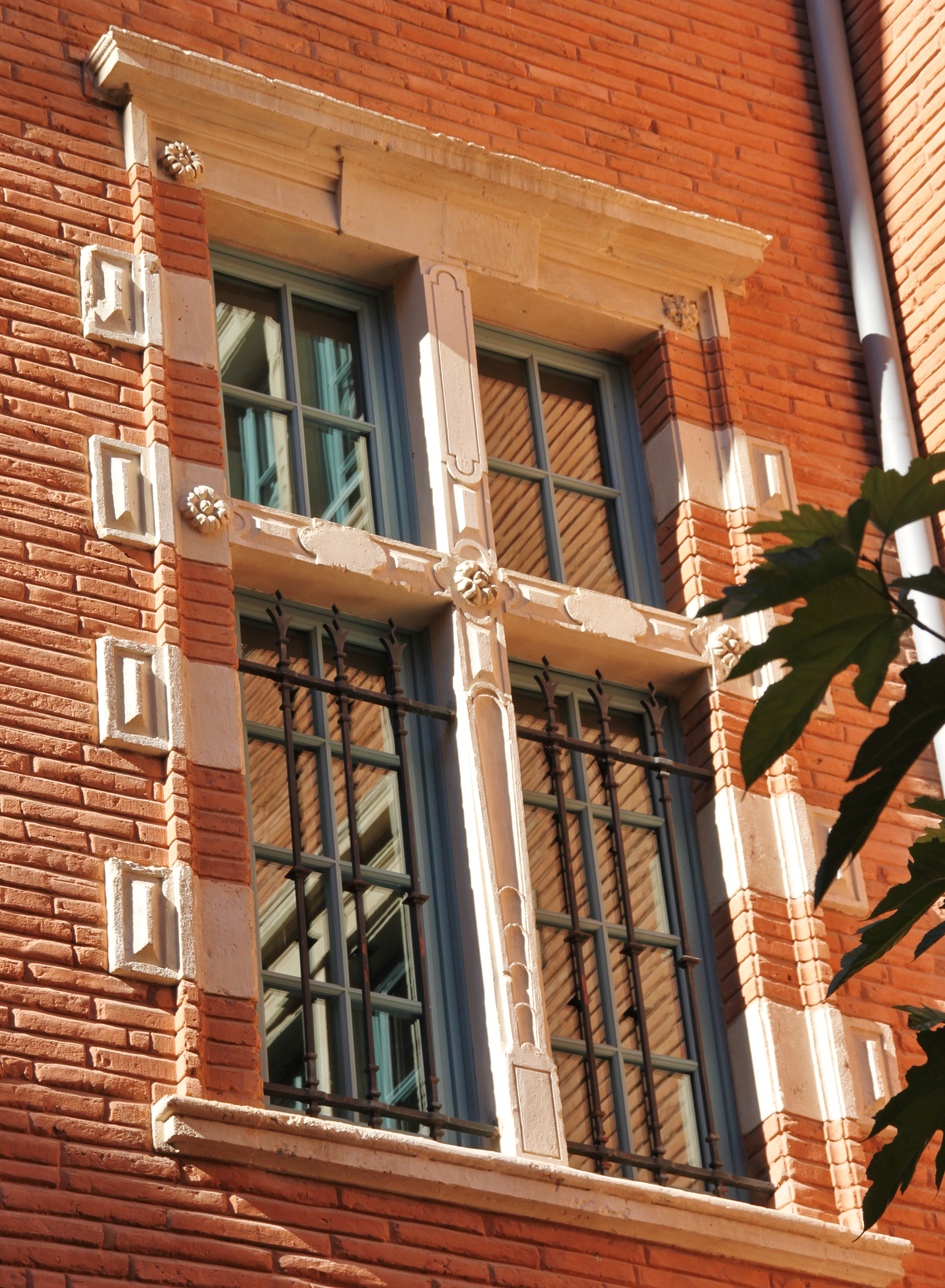
Maleprade : fenêtre.

### L'hôtel Comère
Adresse : 3 rue St-Rome. Inscrit MH.
Daté des années 1620, l'hôtel de Pierre Comère réunit logis et boutique de marchands sur la grande rue. La façade principale concentre son décor sur les fenêtres et sur l'arc de boutique, l'effet en est renforcé par l'alternance de la brique et de la pierre. Dans une rue latérale le portail à carrosses, composition savante entièrement taillée dans la brique, illustre l'ambition nobiliaire d'un marchand devenu capitoul (charge anoblissante depuis le XVIe siècle).

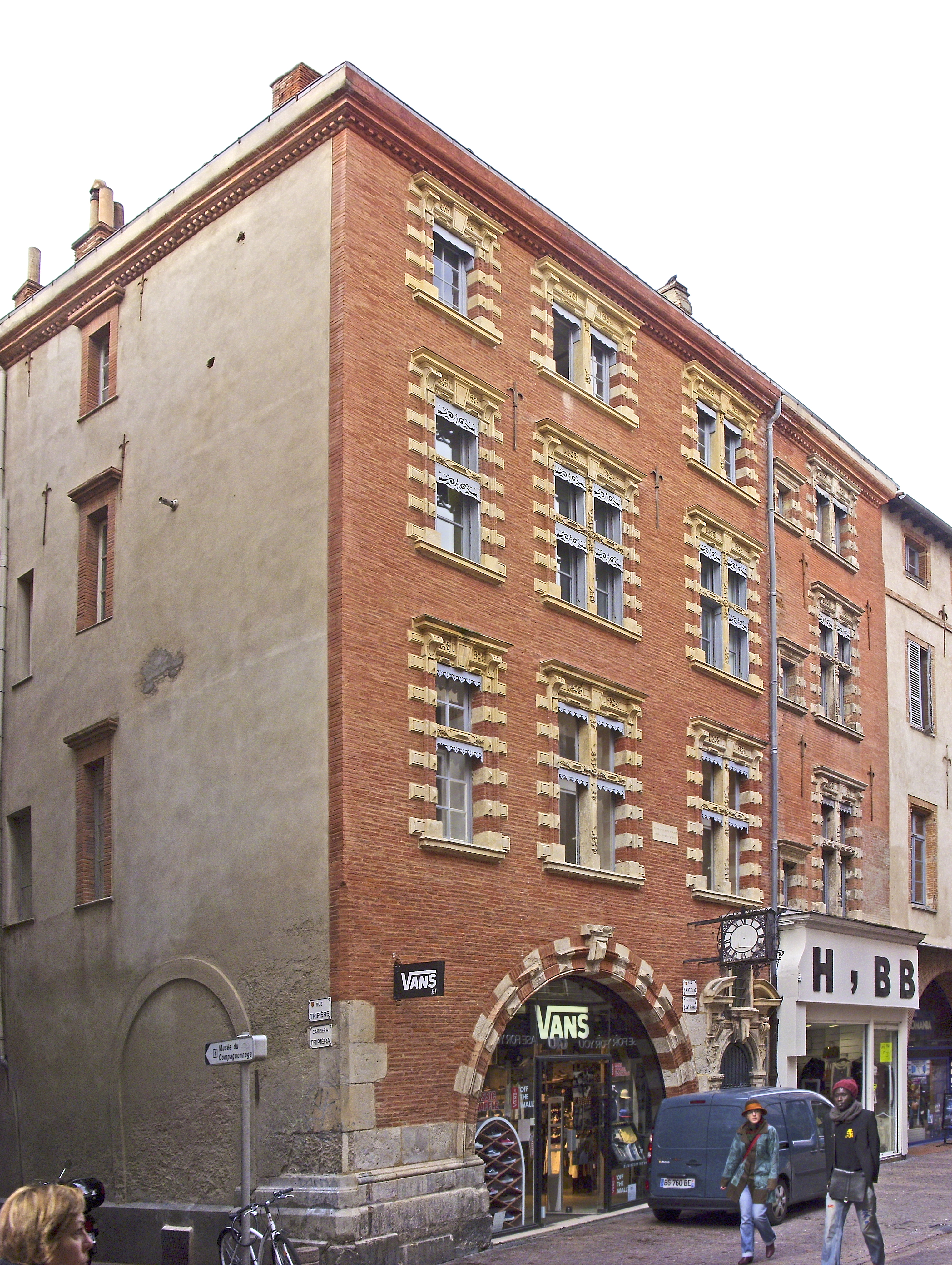
Hôtel Comère.
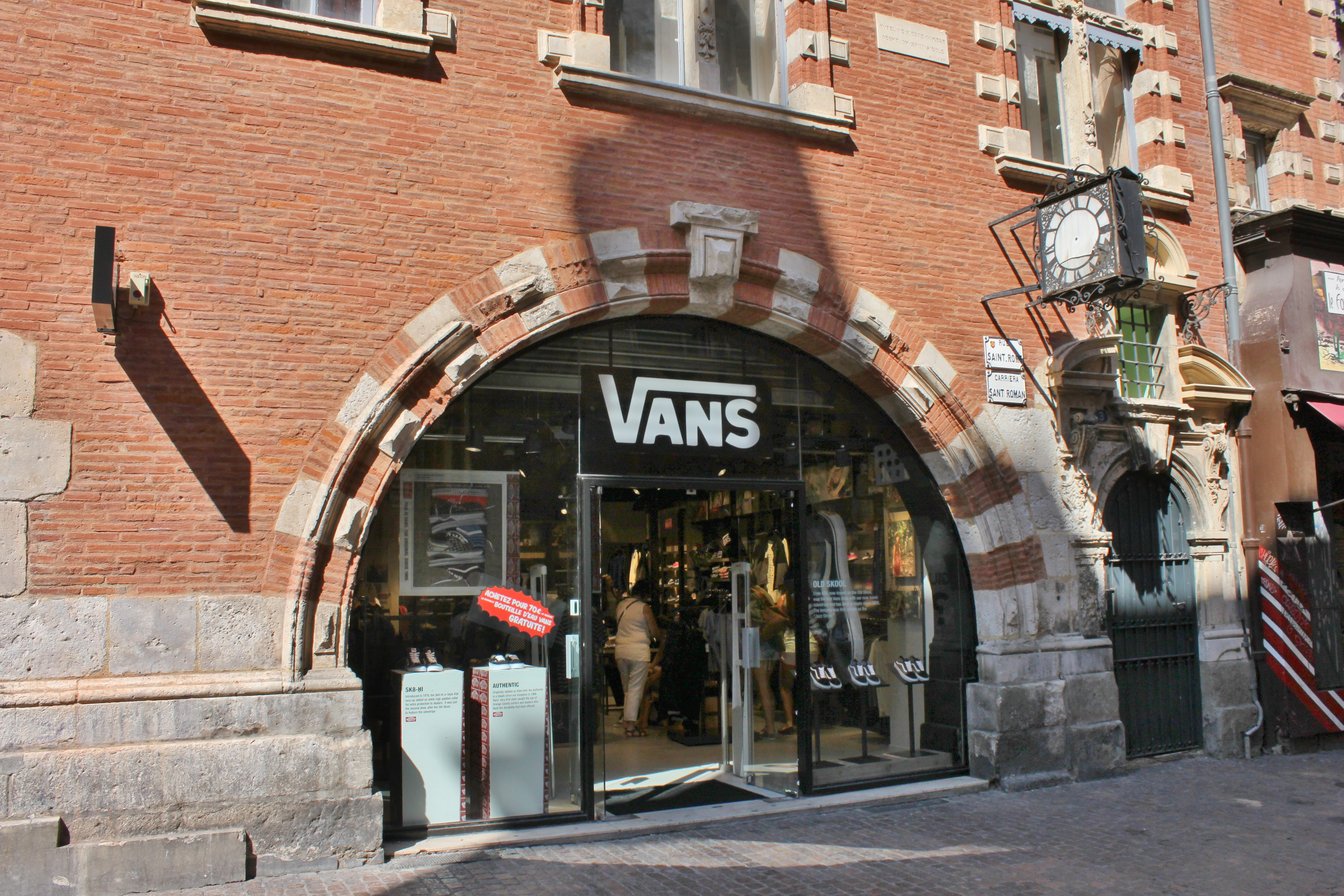
Comère : arc de la boutique.
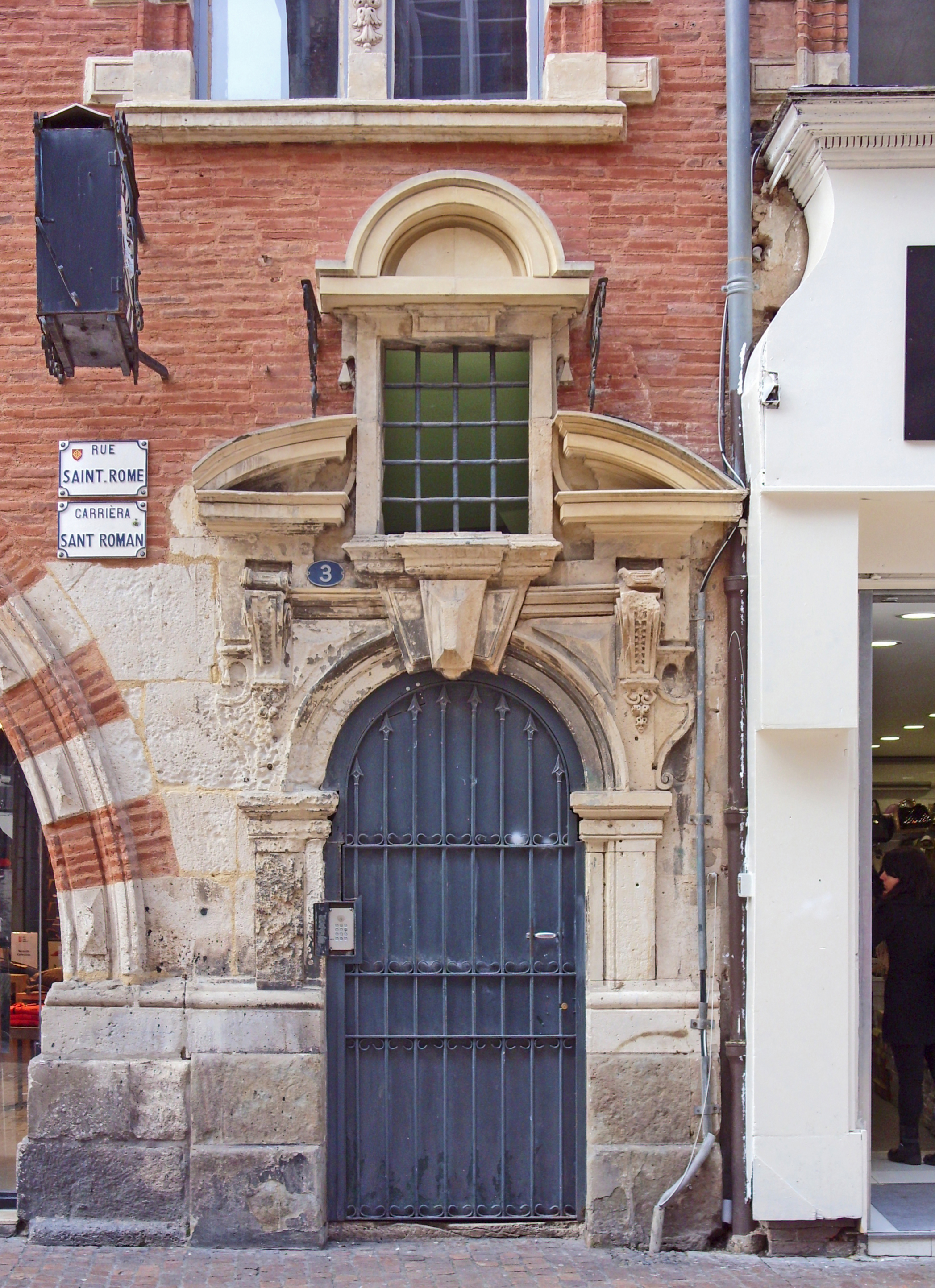
Comère : porte latérale.
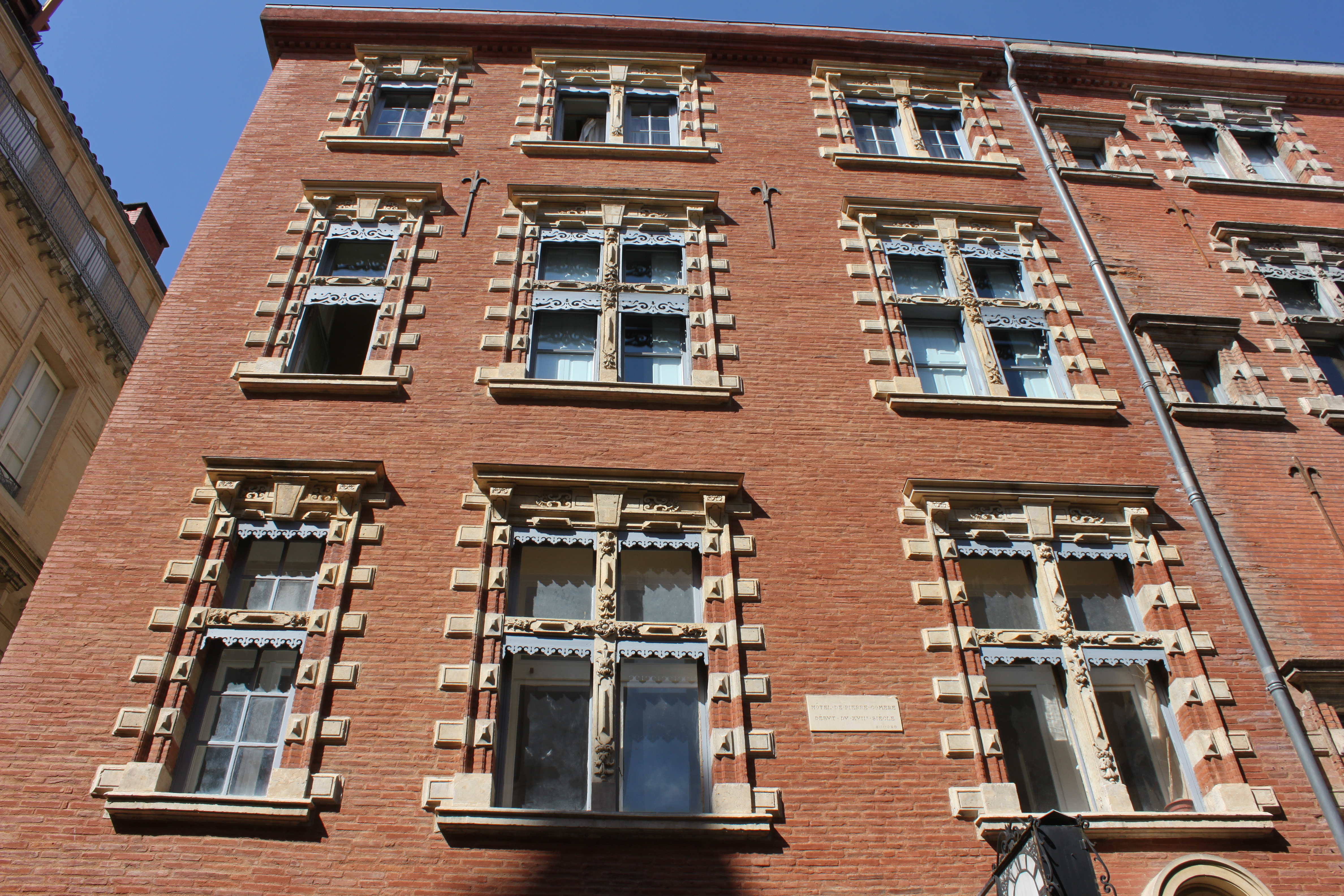
Comère.
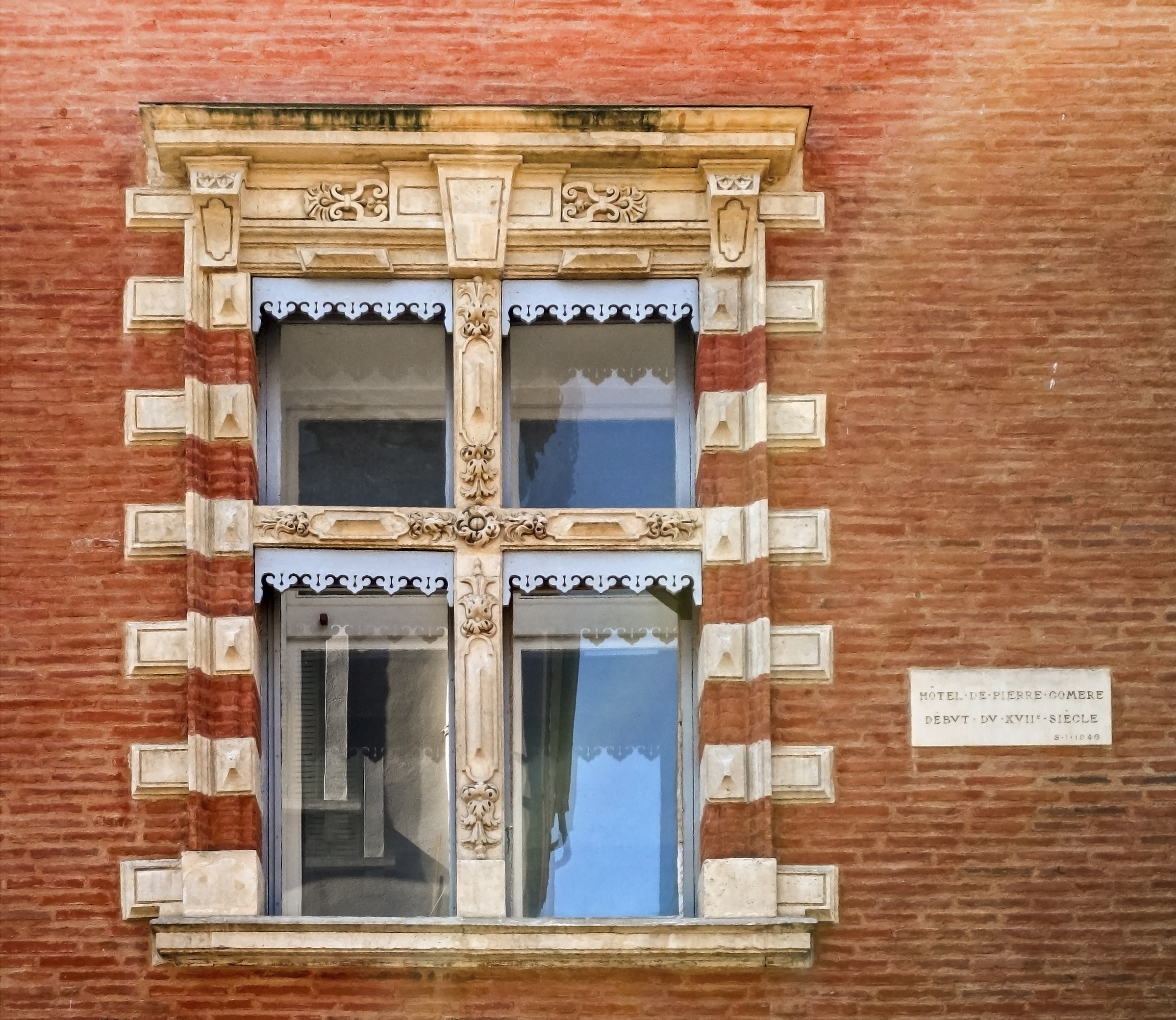
Comère : fenêtre.
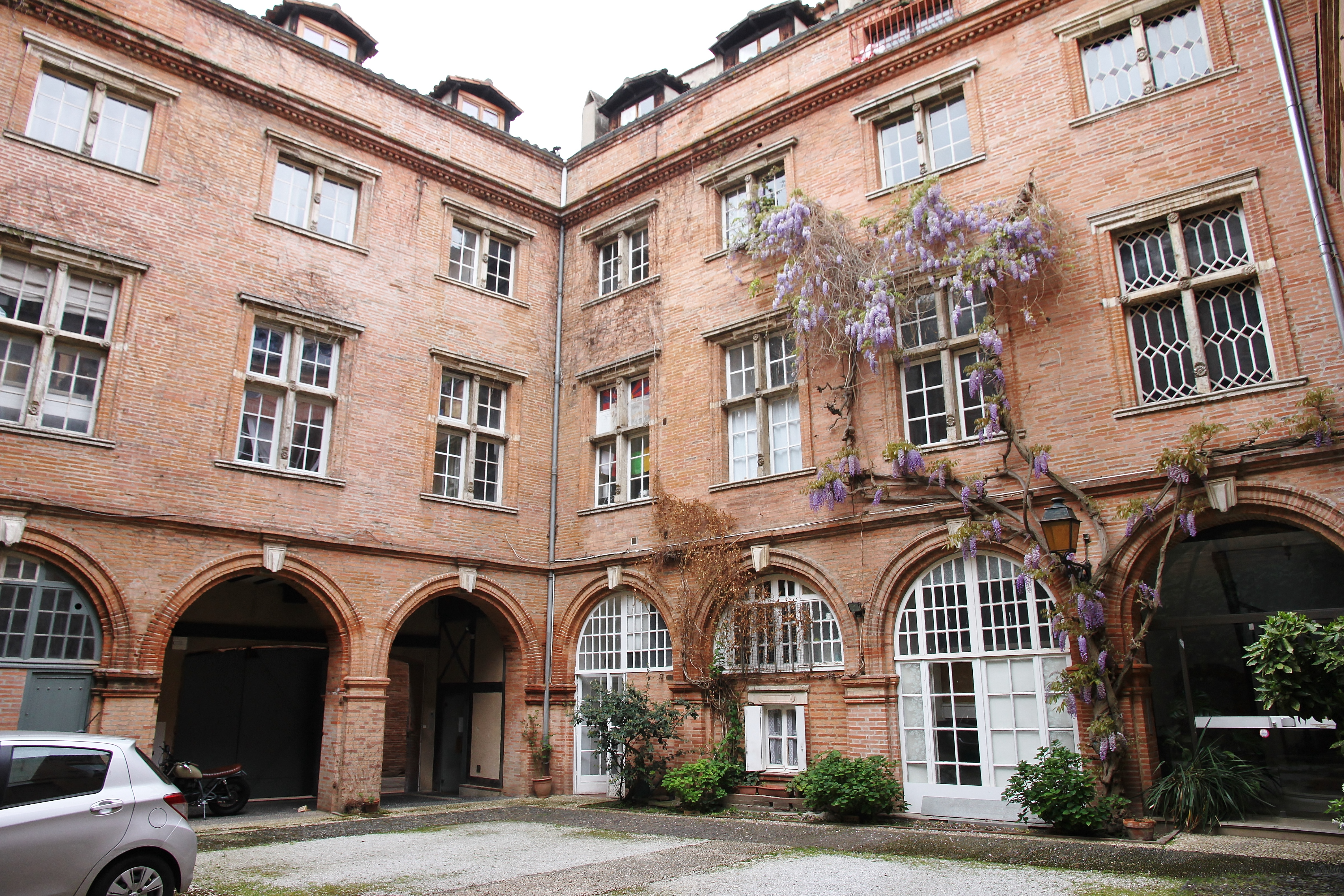
Comère : cour.
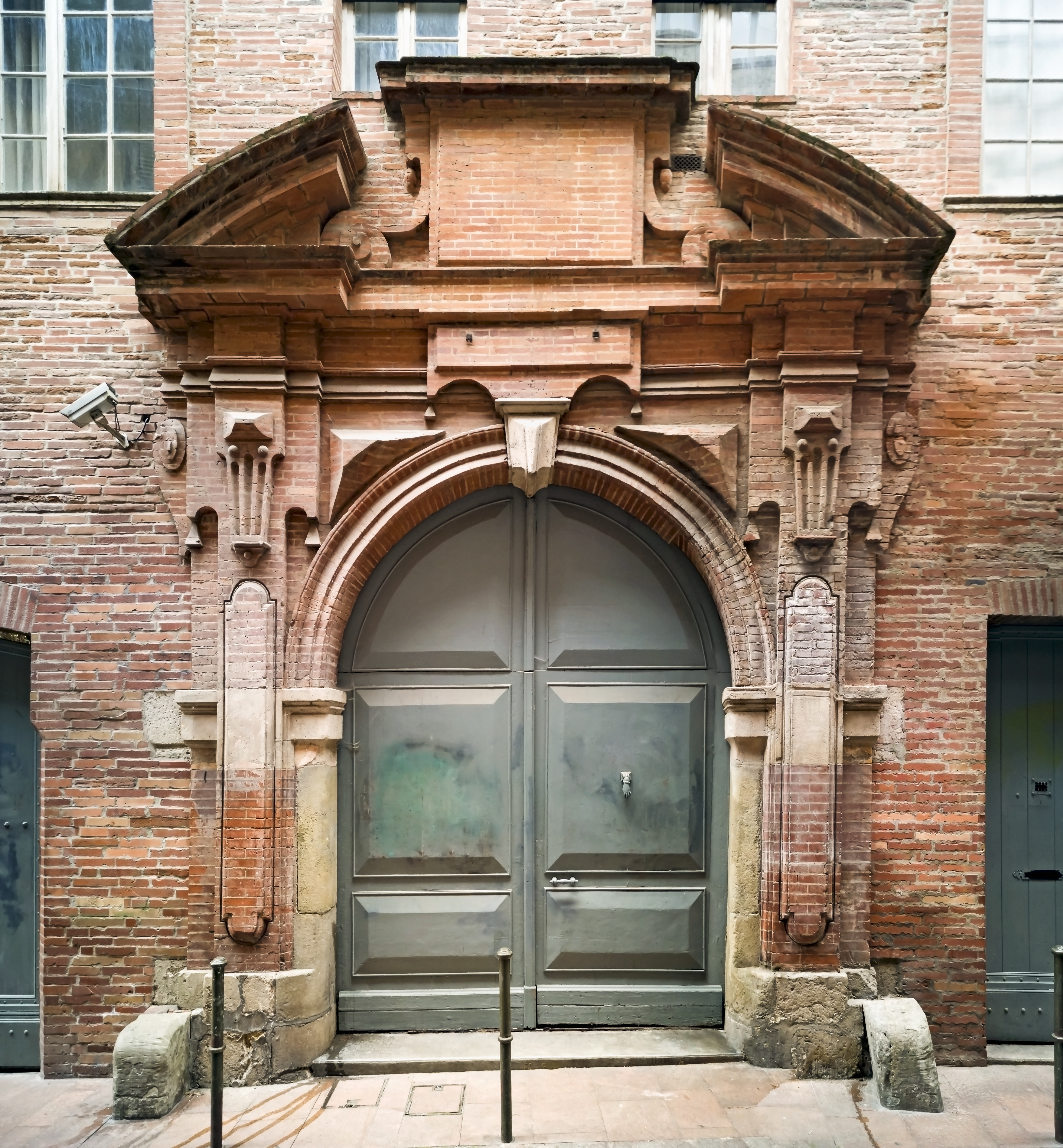
Comère : portail à carrosses en brique taillée, ouvrant sur la cour.

### L'hôtel Desplats
Adresse : 43 rue des Tourneurs. Inscrit MH.
Remonté dans la cour de l'hôtel Palaminy (XIXe siècle) alors qu'il donnait initialement sur la rue, un fastueux portail élevé dans un style de transition entre la Renaissance tardive et le baroque réunit pilastres à refends et décor exubérant comparable aux entrées des plus belles demeures parisiennes du quartier du Marais. Il fut édifié par Jean-Pierre Desplats, président à mortier au Parlement de 1620 à 1622. L'aile nord conserve les caves, les cuisines du rez-de-chaussée à voûtes sur croisées d’ogives et les plafonds à la française à solives et poutres.
Au-dessus du portail monumental, un grand écusson (martelé à la Révolution) soutenu par deux superbes lions héraldiques est surmonté du casque de face empanaché et du mortier, et est entouré du manteau d'hermine, attributs des présidents à mortier.

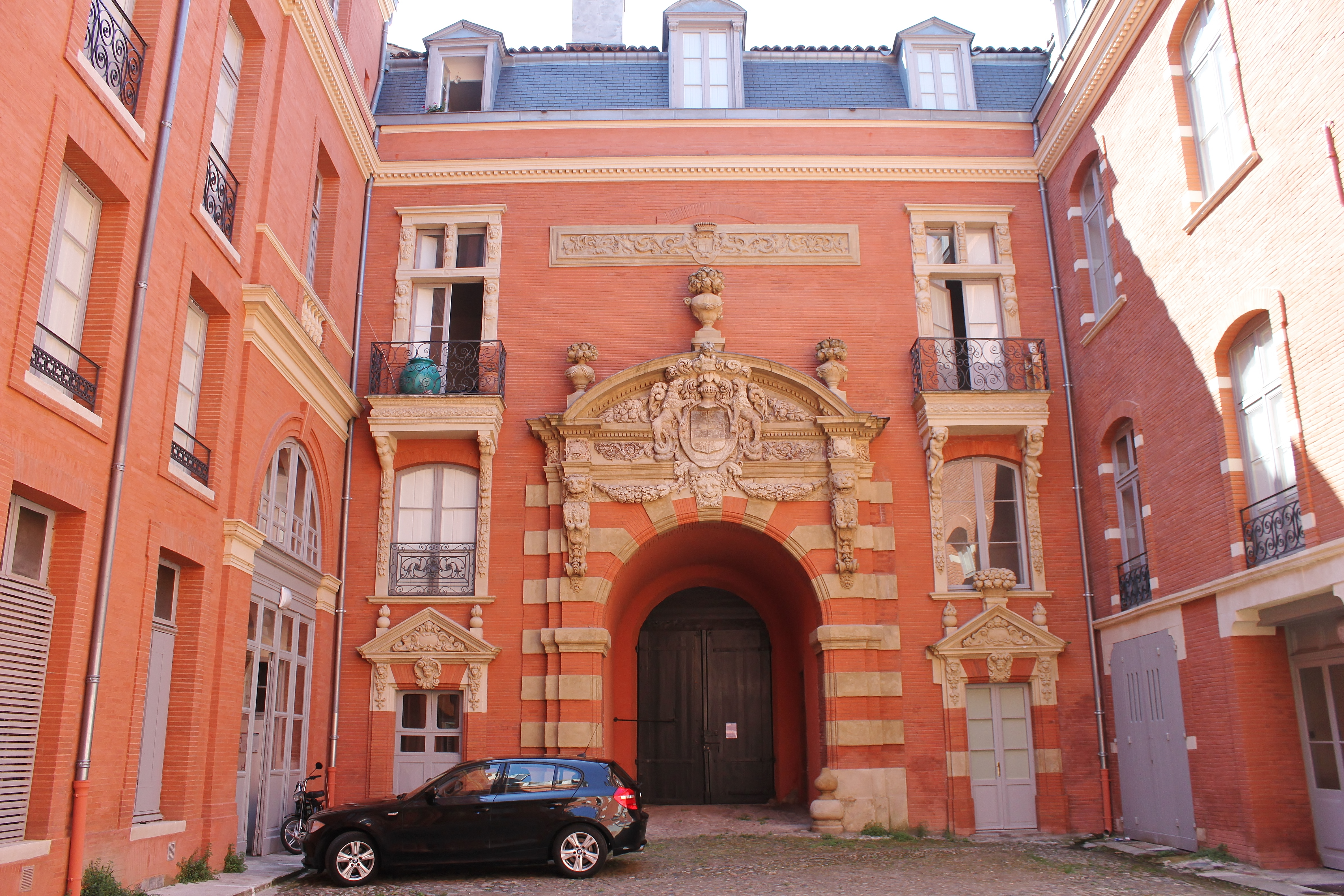
Hôtel Desplats.
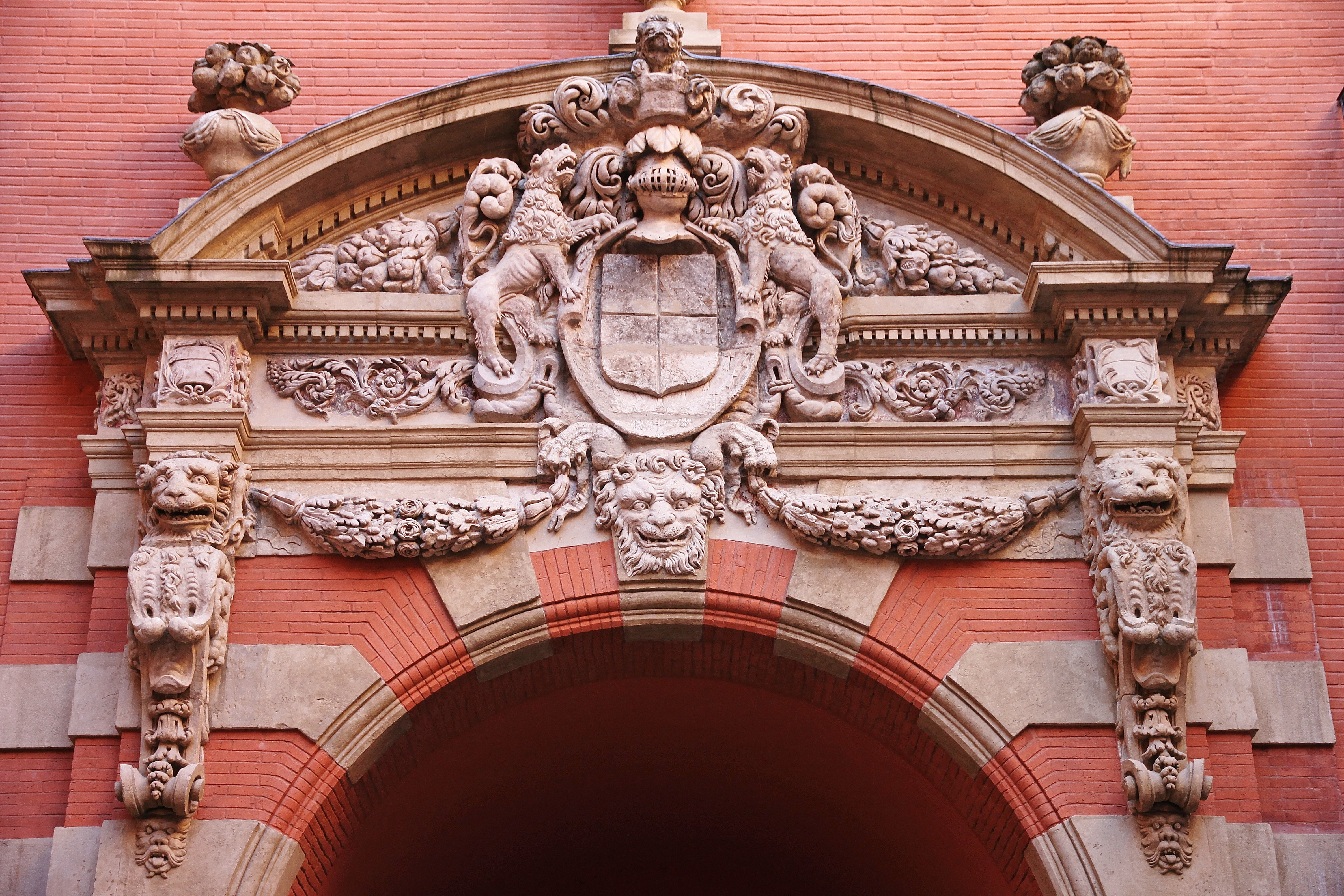
Desplats.
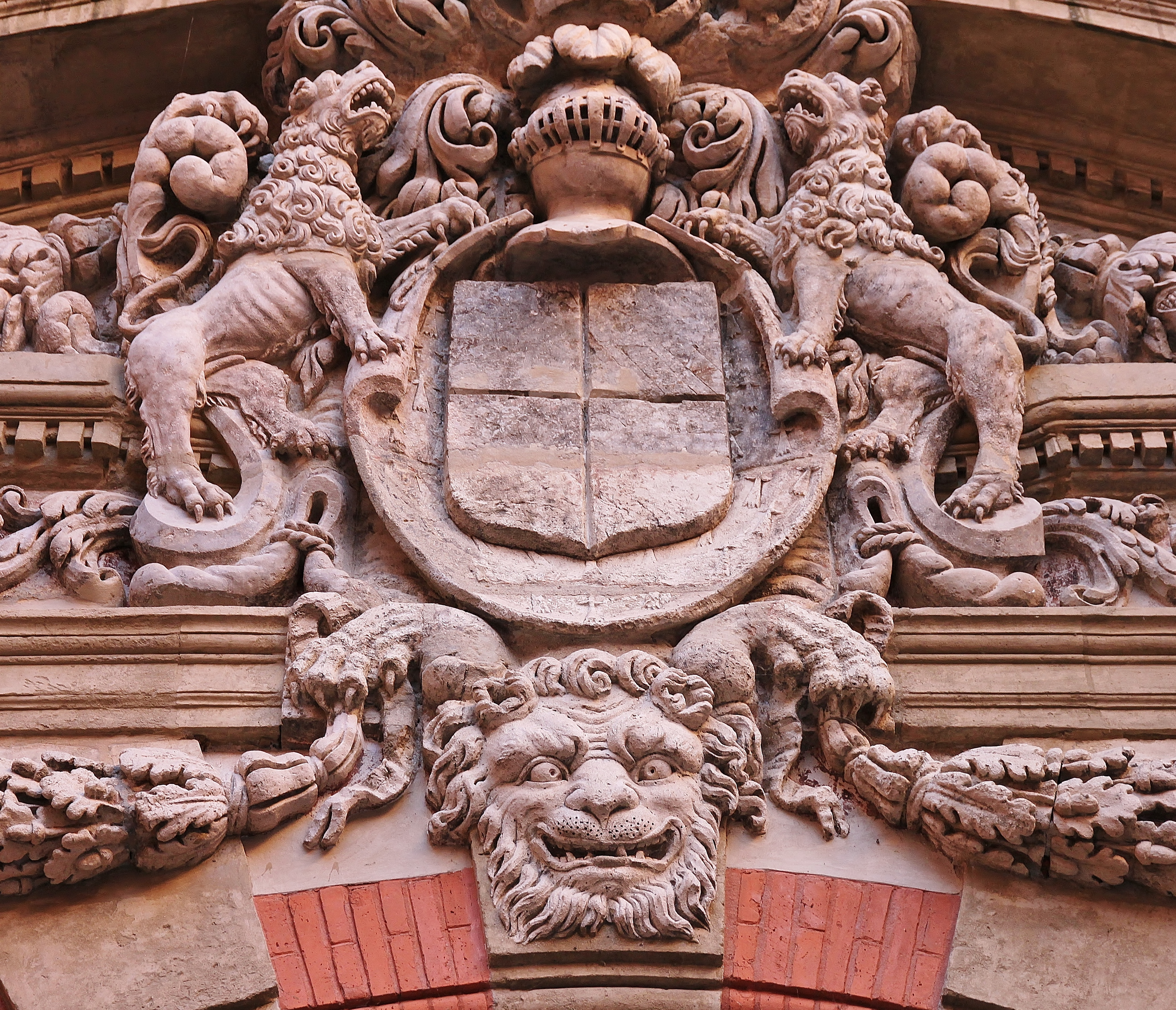
Desplats.
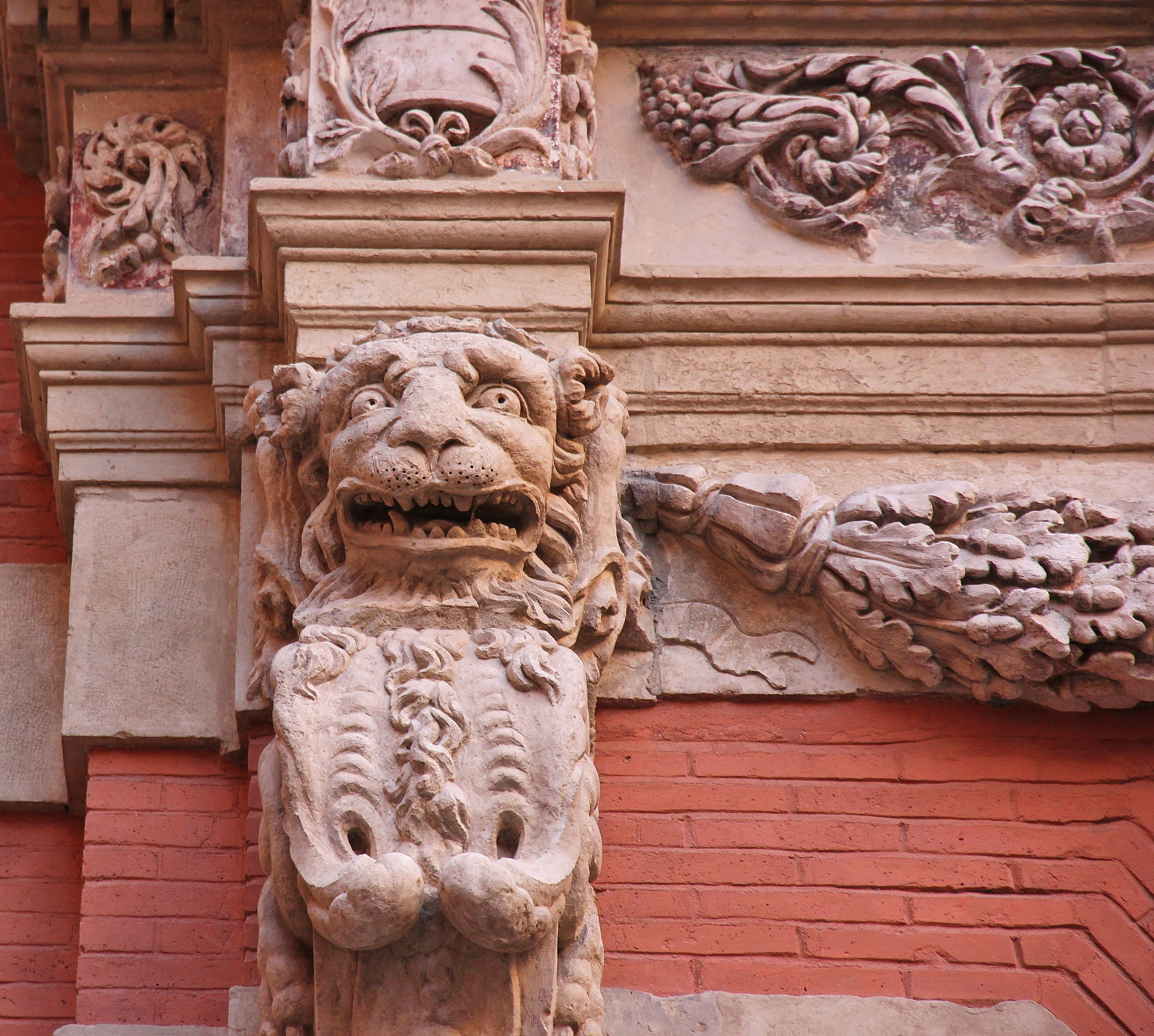
Desplats.
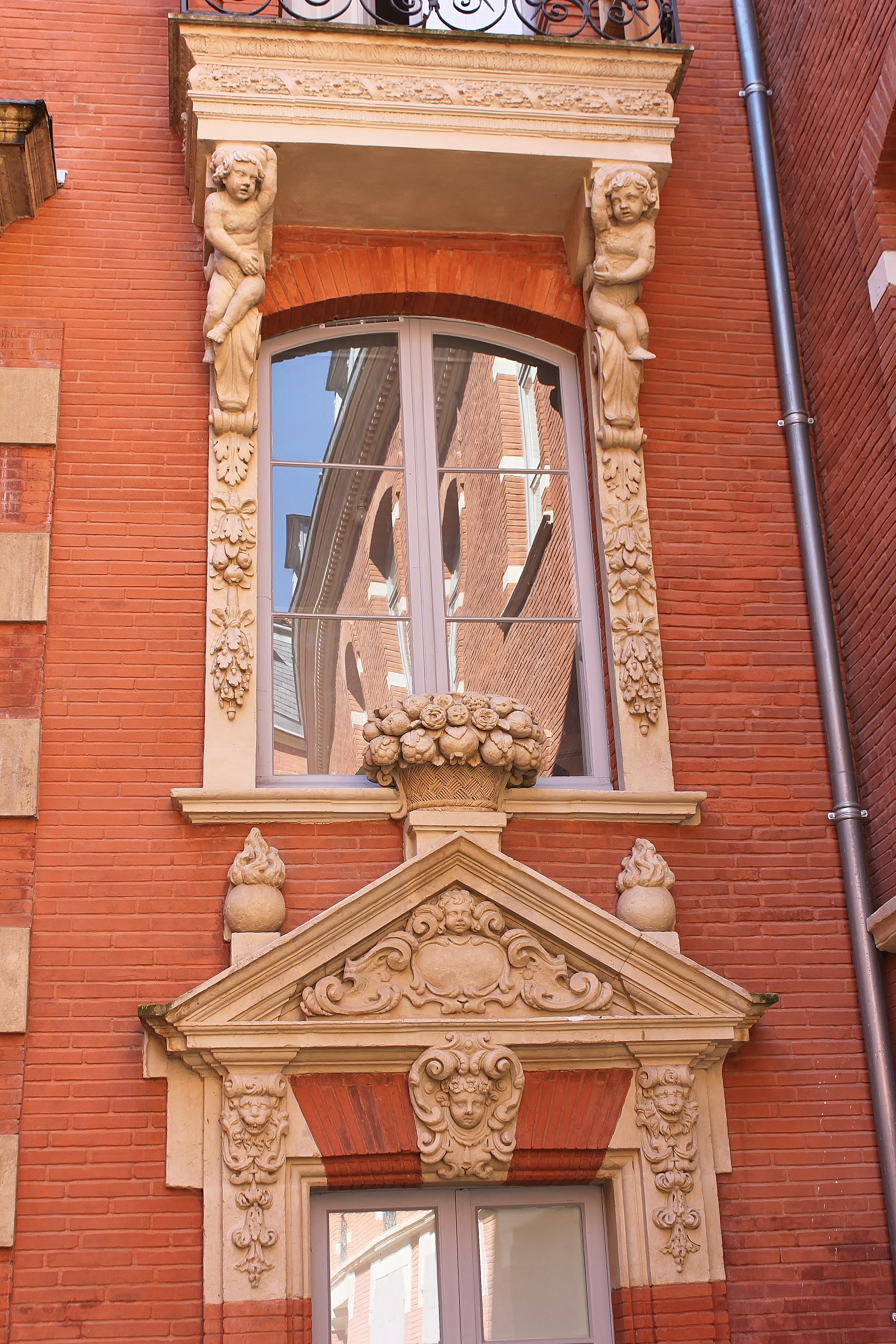
Desplats.
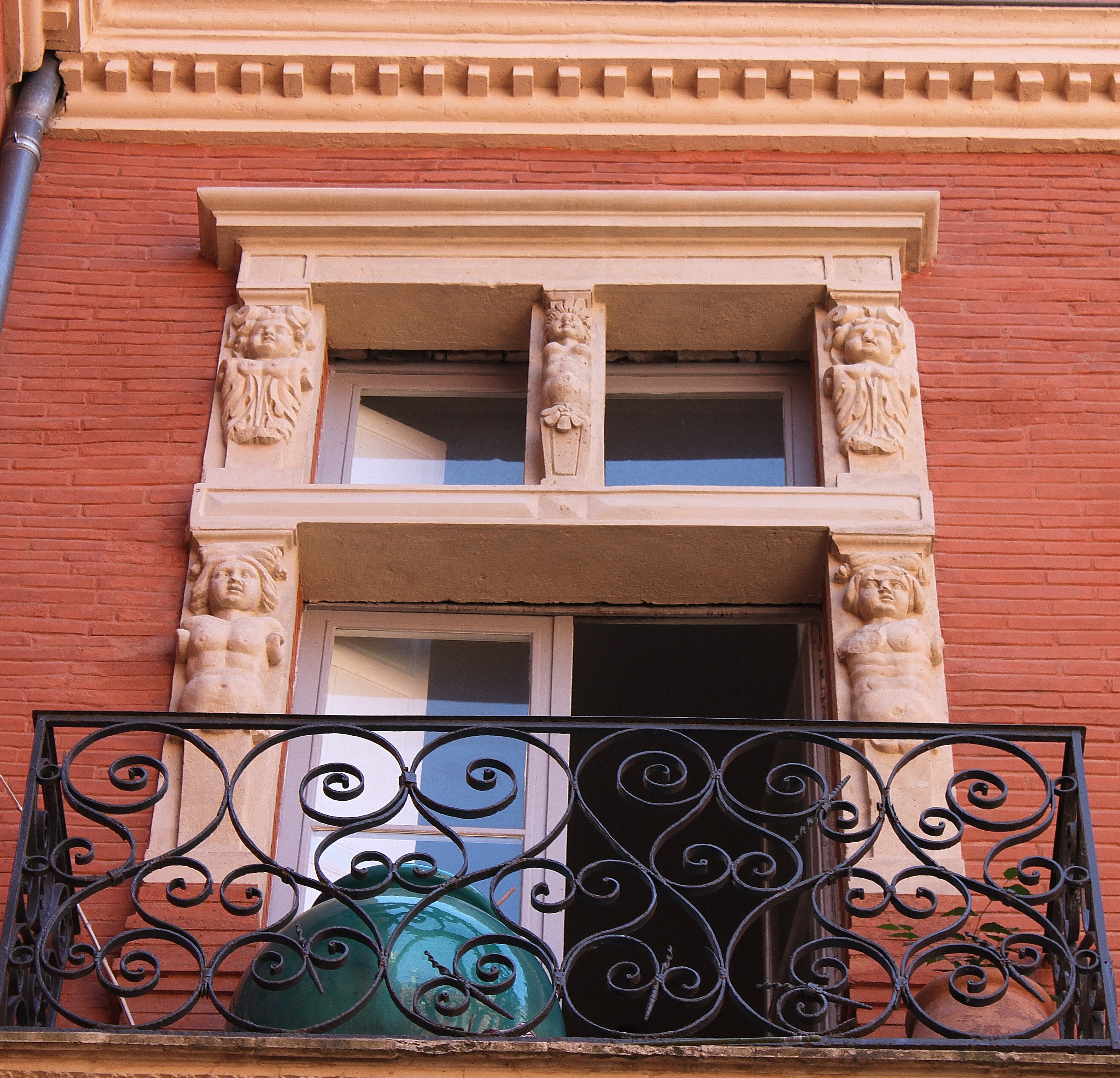
Desplats.
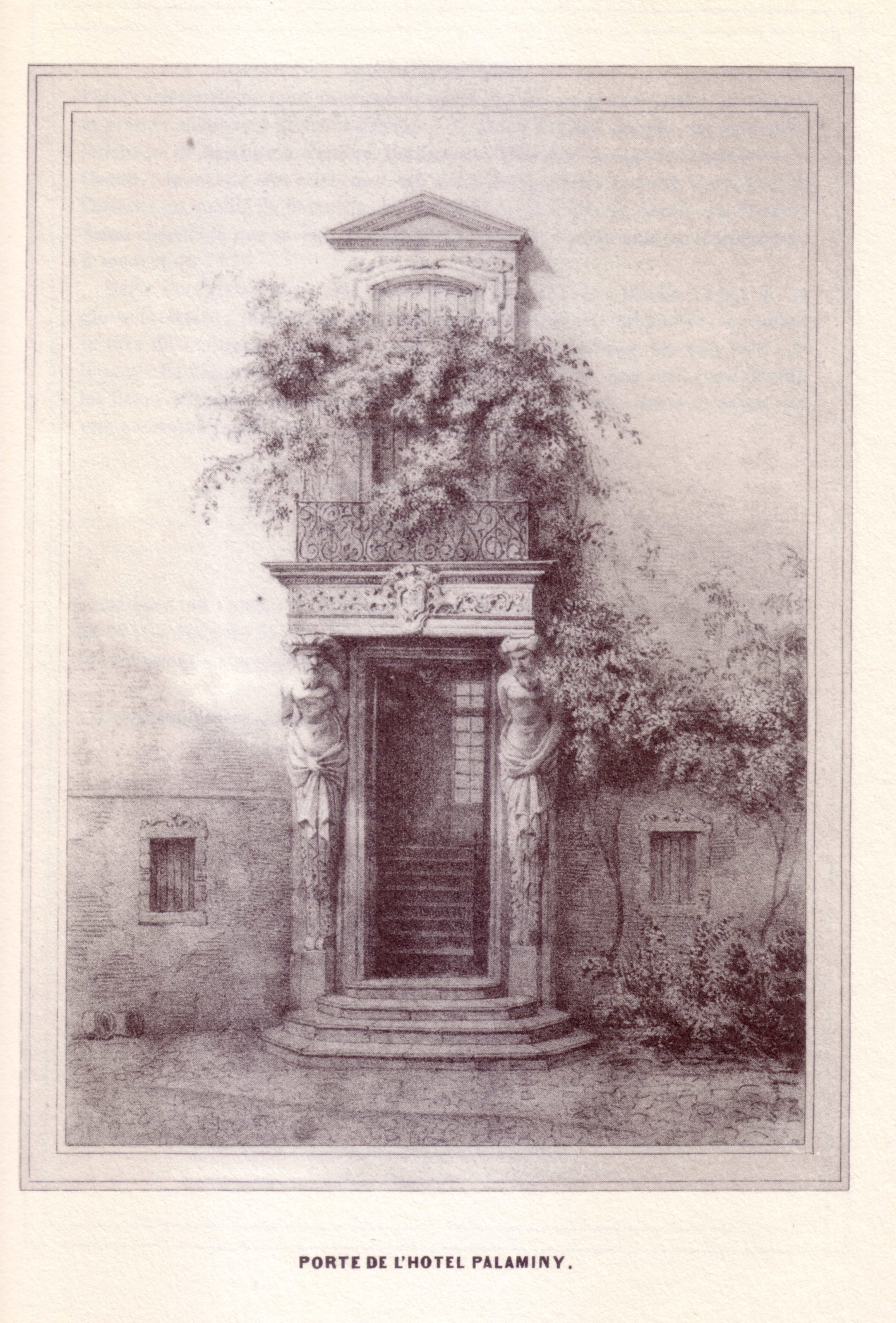
Gravure d'une porte à atlantes disparue.

### L'hôtel Réquy
Adresse : 9 rue St-Rémésy. Inscrit MH.
Construit en 1626 pour un avocat au Parlement, Augier de Lamotte, il est remanié au milieu de ce même siècle pour un riche marchand, Pierre de Réqui. Le maître d’œuvre en est Claude Pacot, qui vient d'achever l'hôtel Comère. L'entablement de la porte cochère est supporté par deux consoles sur lesquelles sont sculptés deux atlantes engainés, au dernier étage les meneaux des croisées sont ornés de grappes de fruits.

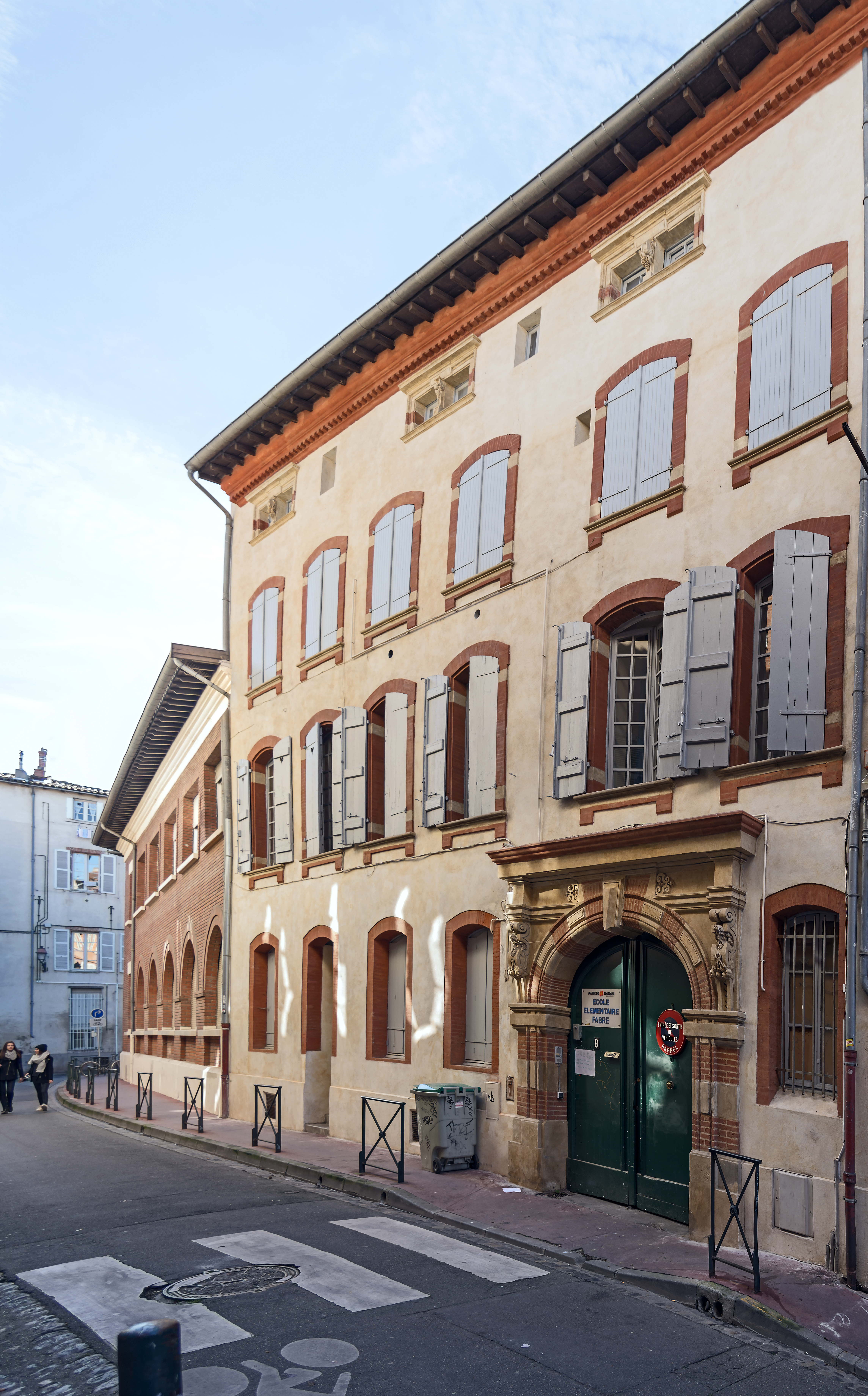
Hôtel Réquy.
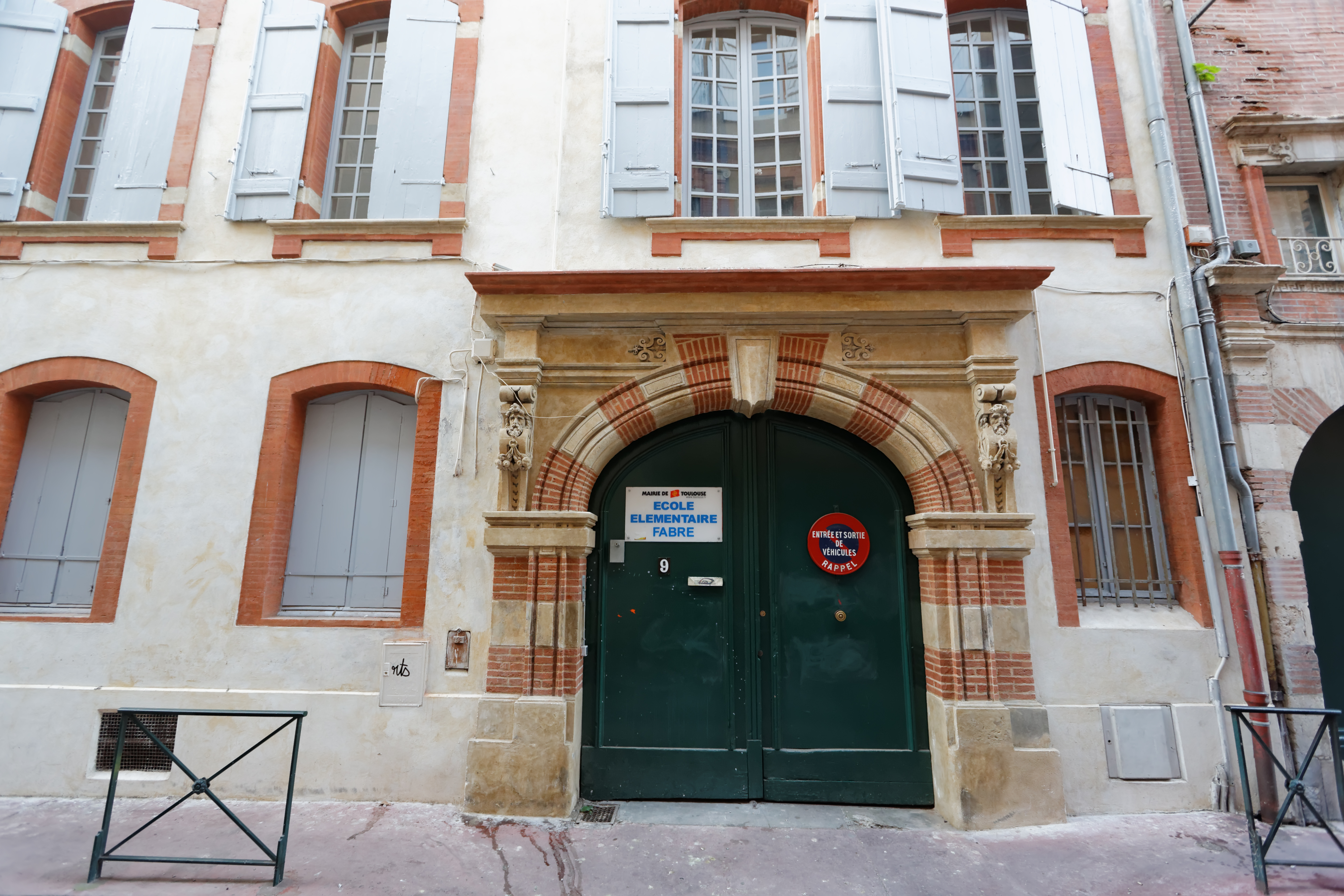
Réquy : portail.
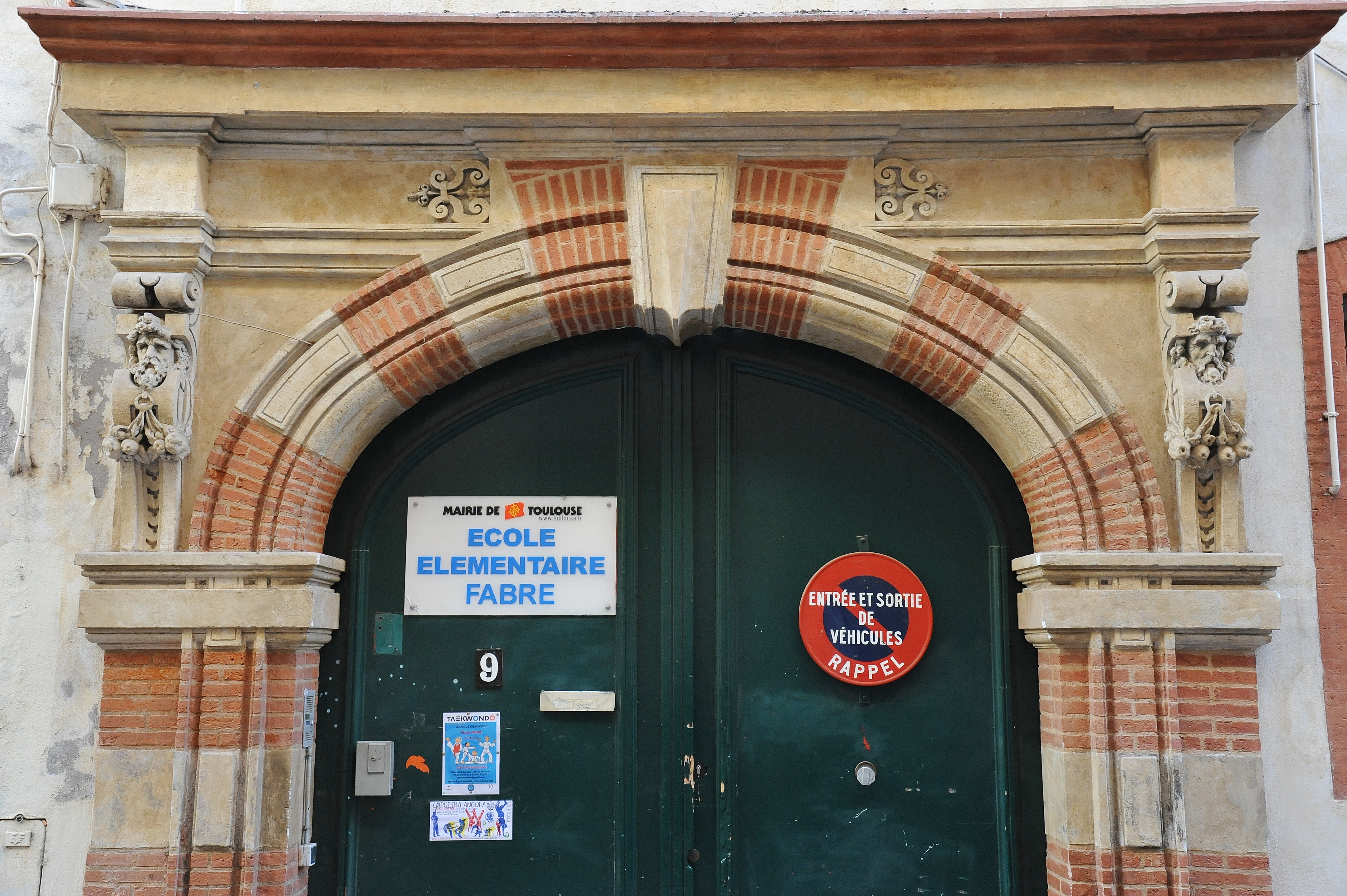
Réquy : détail du portail.
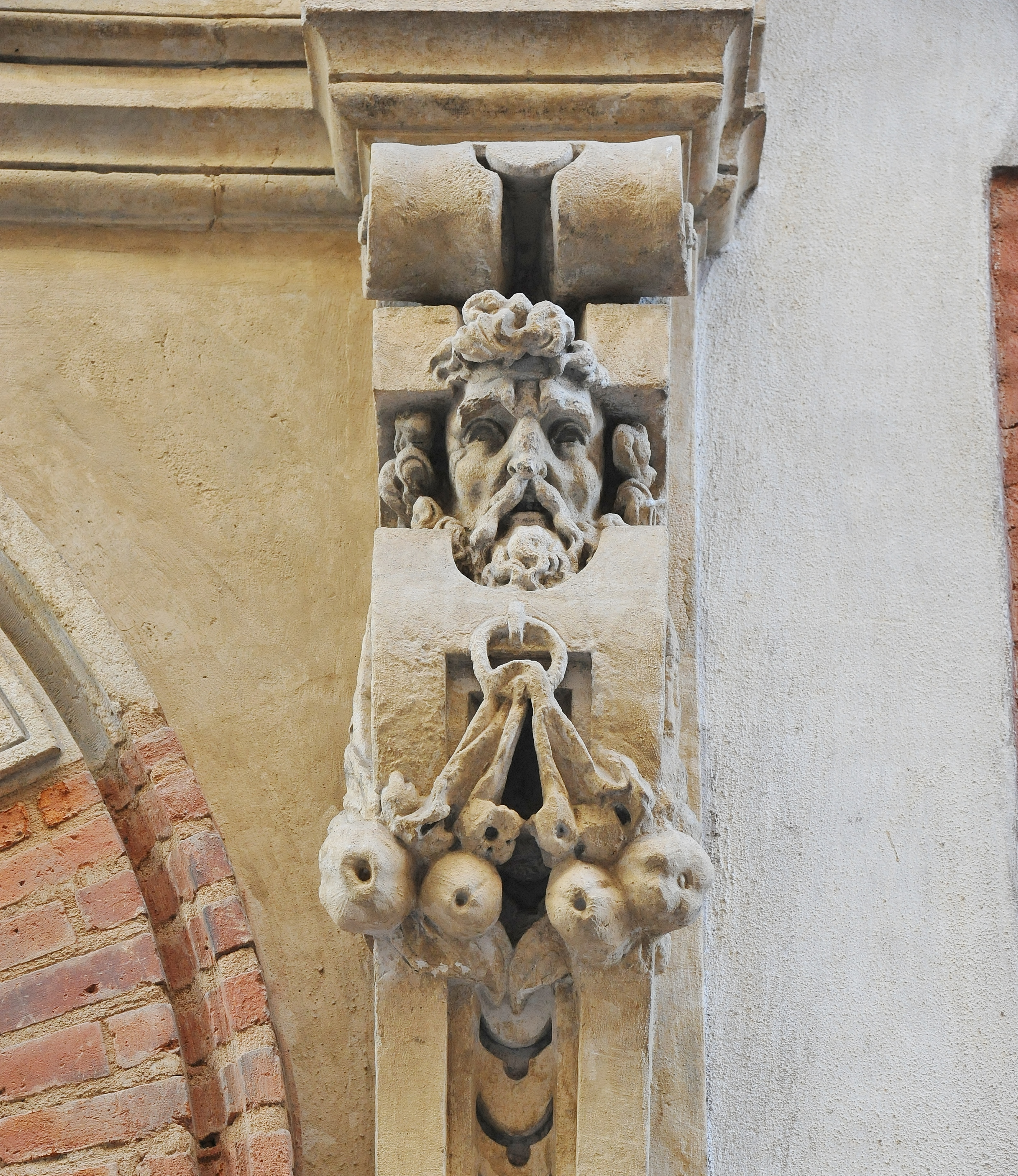
Réquy : terme.
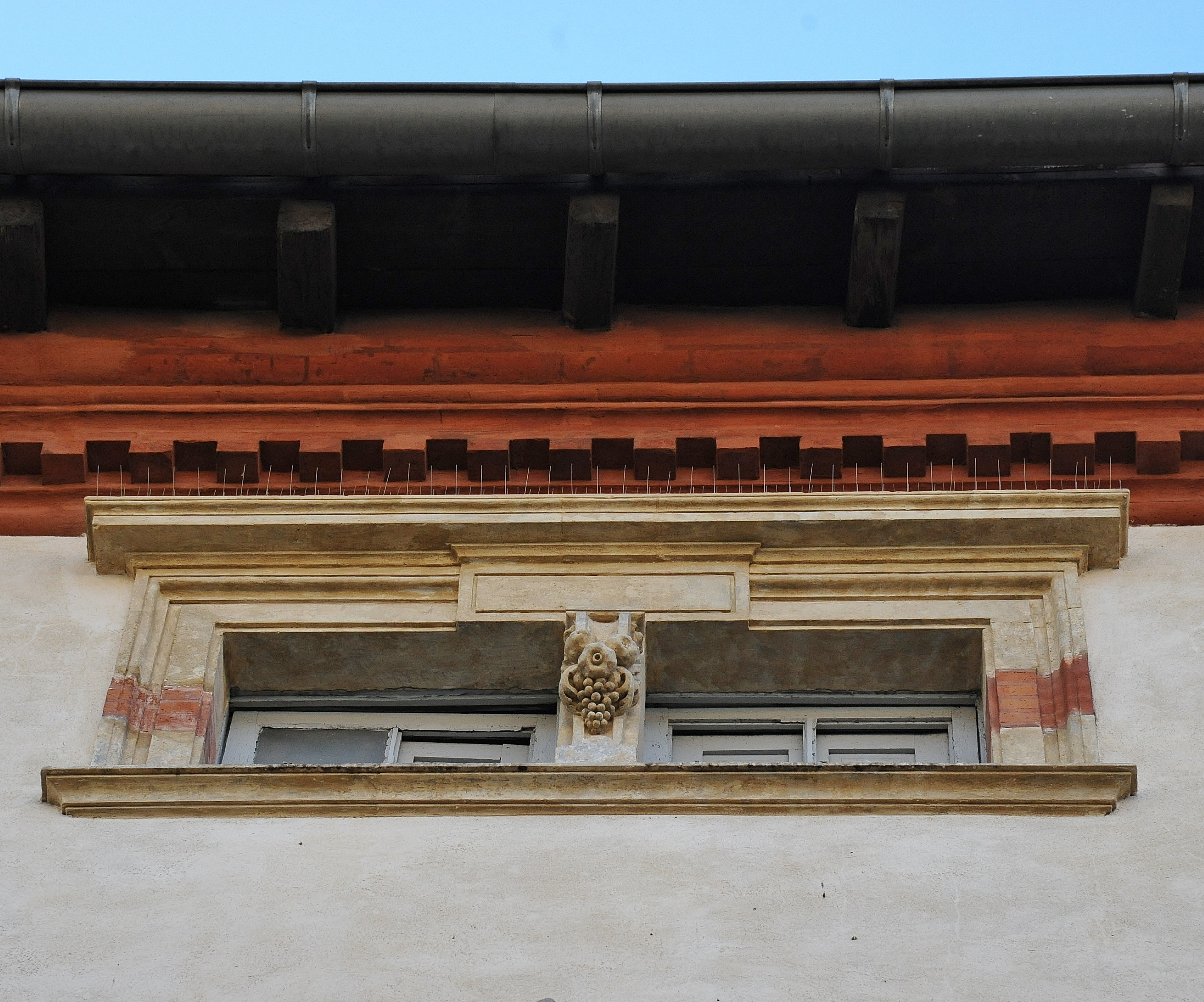
Réquy : fenêtre décorée.

### L'hôtel Reich de Pennautier
Adresse : 16 rue Vélane. Classé MH.
Ce vaste hôtel entre cour et jardin, proche du Parlement, est bâti vers 1650 sur le modèle régulier des hôtels parisiens pour Henri Reich de Pennautier, conseiller aux requêtes du Parlement, membre d'une puissante famille de la région de Carcassonne. Au revers de la porte cochère sans décor se trouve la loge du concierge et une remise. Le corps principal de logis en fond de cour et les deux ailes en retour sur la rue forment une composition sobre confinant à l'austérité, cependant un enduit enlevé au XXe siècle recouvrait le fond des murs et devait apporter des effets de relief et de couleur en laissant en brique apparente la seule trame des bandeaux et des cordons. Le rez-de-chaussée est réservé au service, écuries et remise à carrosses se logeant dans les ailes.
En 1754 l'hôtel revient à Jean-Gabriel de Riquet qui fait rebâtir la façade sur jardin et refaire la décoration intérieure, aménageant notamment un ravissant boudoir qui a conservé son décor de stucs dorés rocaille sur fond bleu tendre.

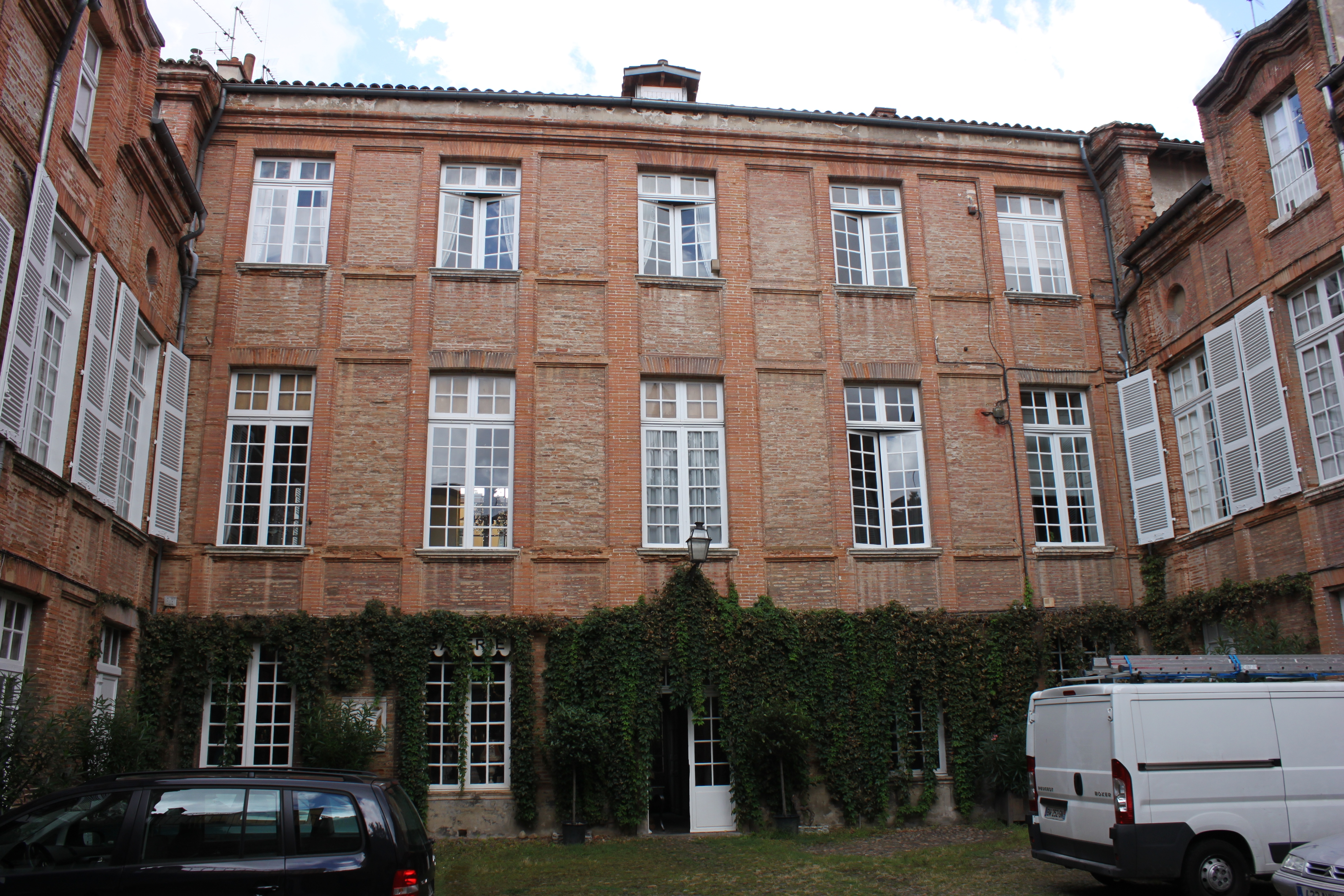
Hôtel Reich de Pennautier : façade centrale dans la cour.
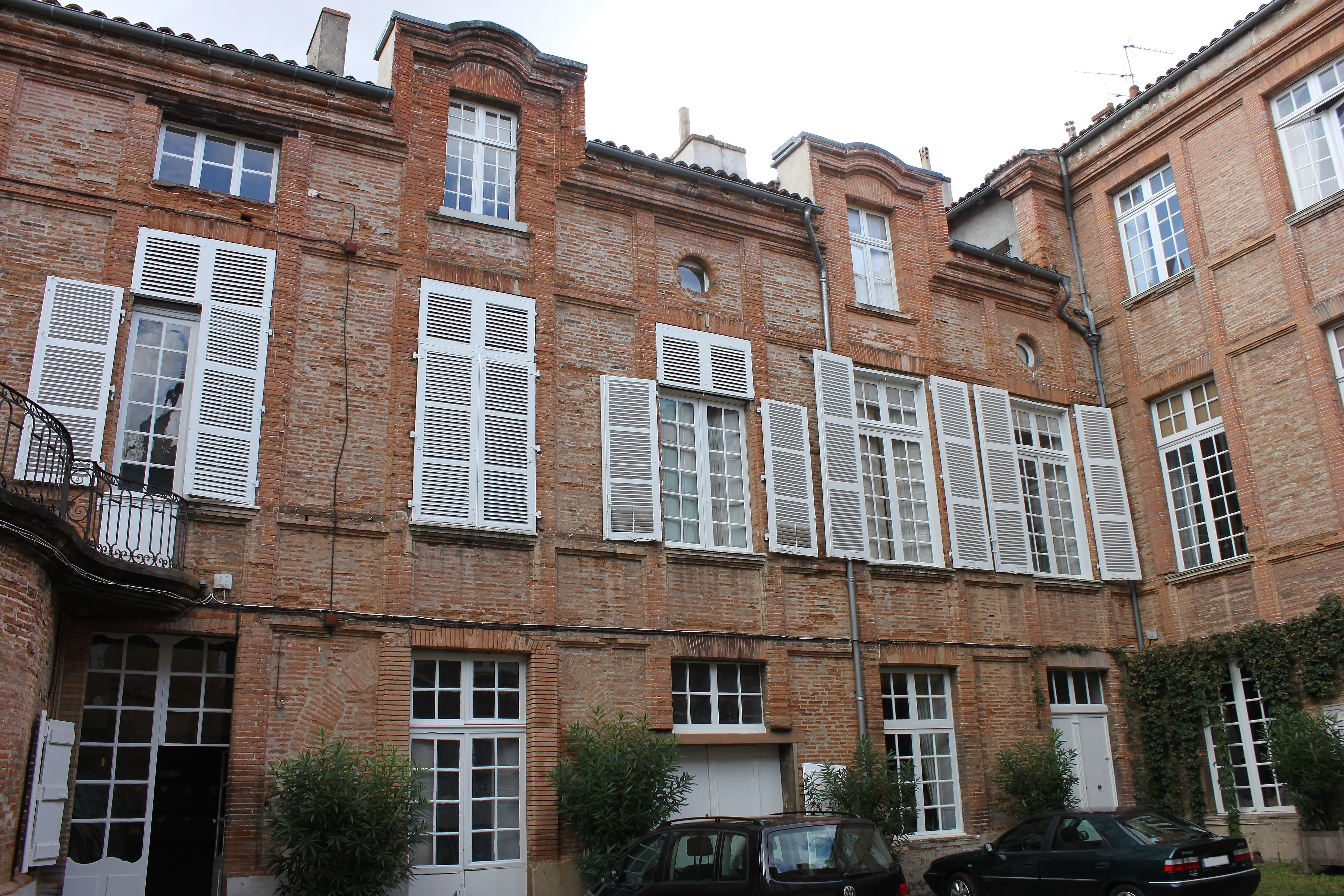
Reich de Pennautier : façade latérale dans la cour.
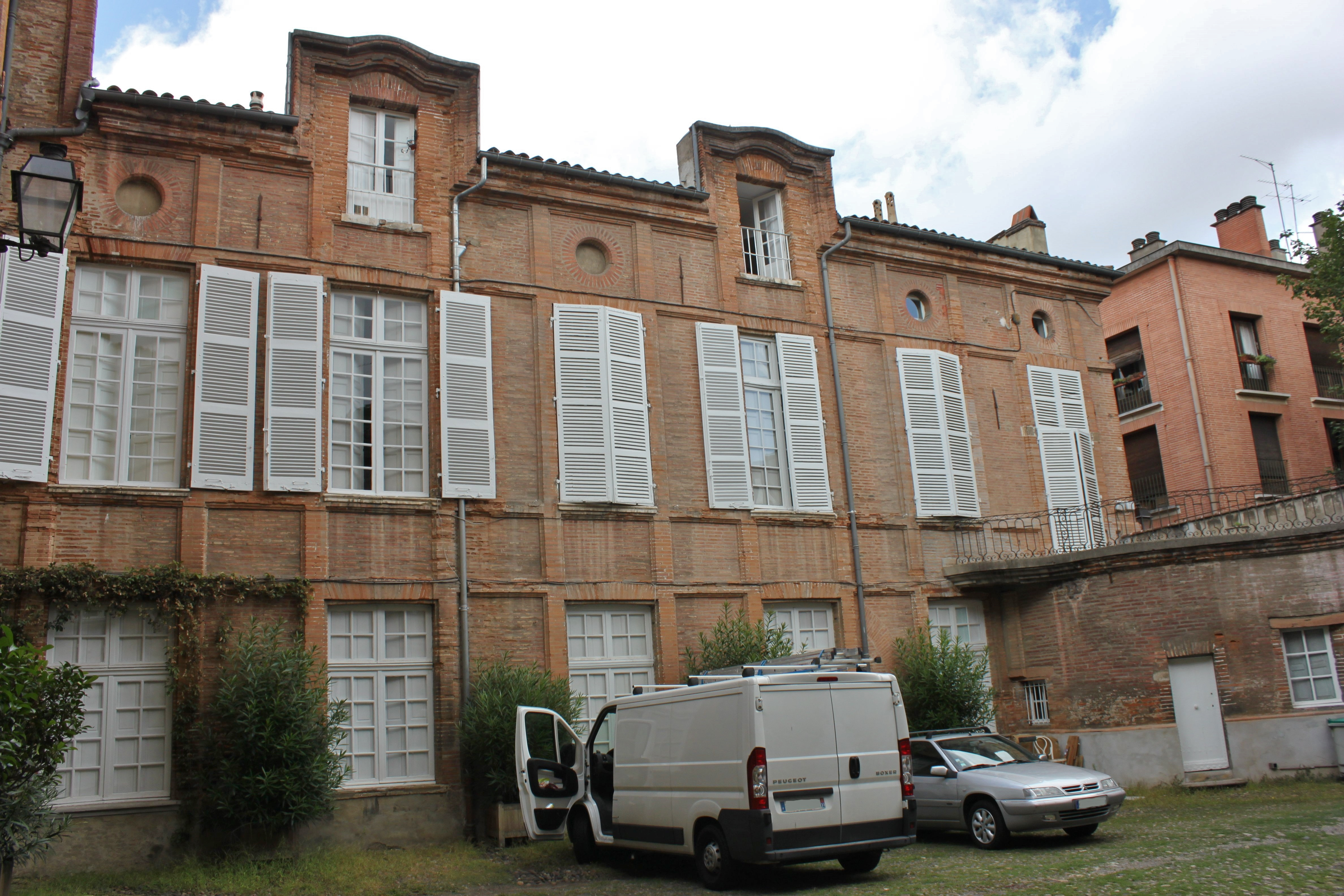
Reich de Pennautier : façade latérale dans la cour.
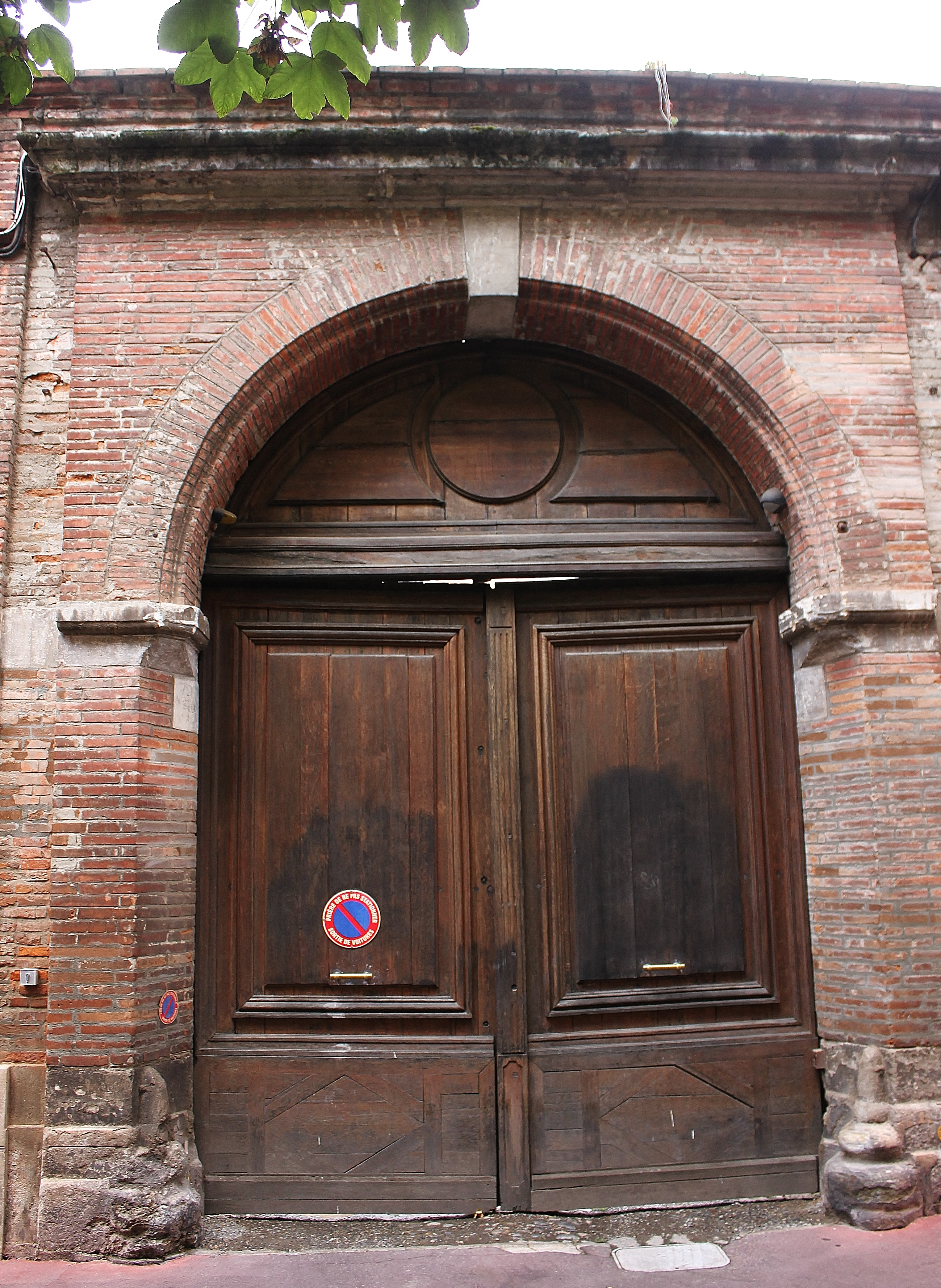
Reich de Pennautier : portail.
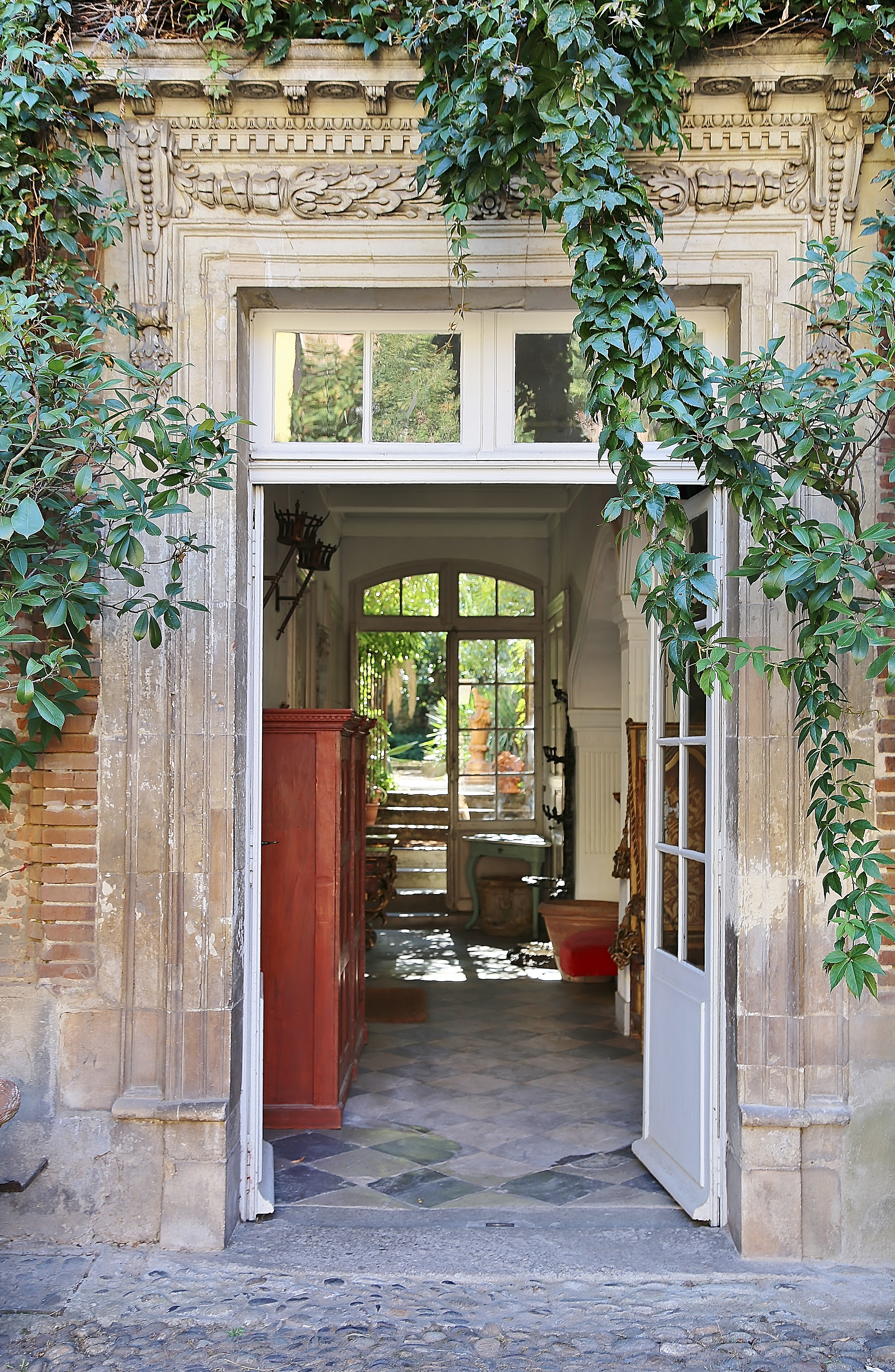
Porte sur cour de la façade centrale.
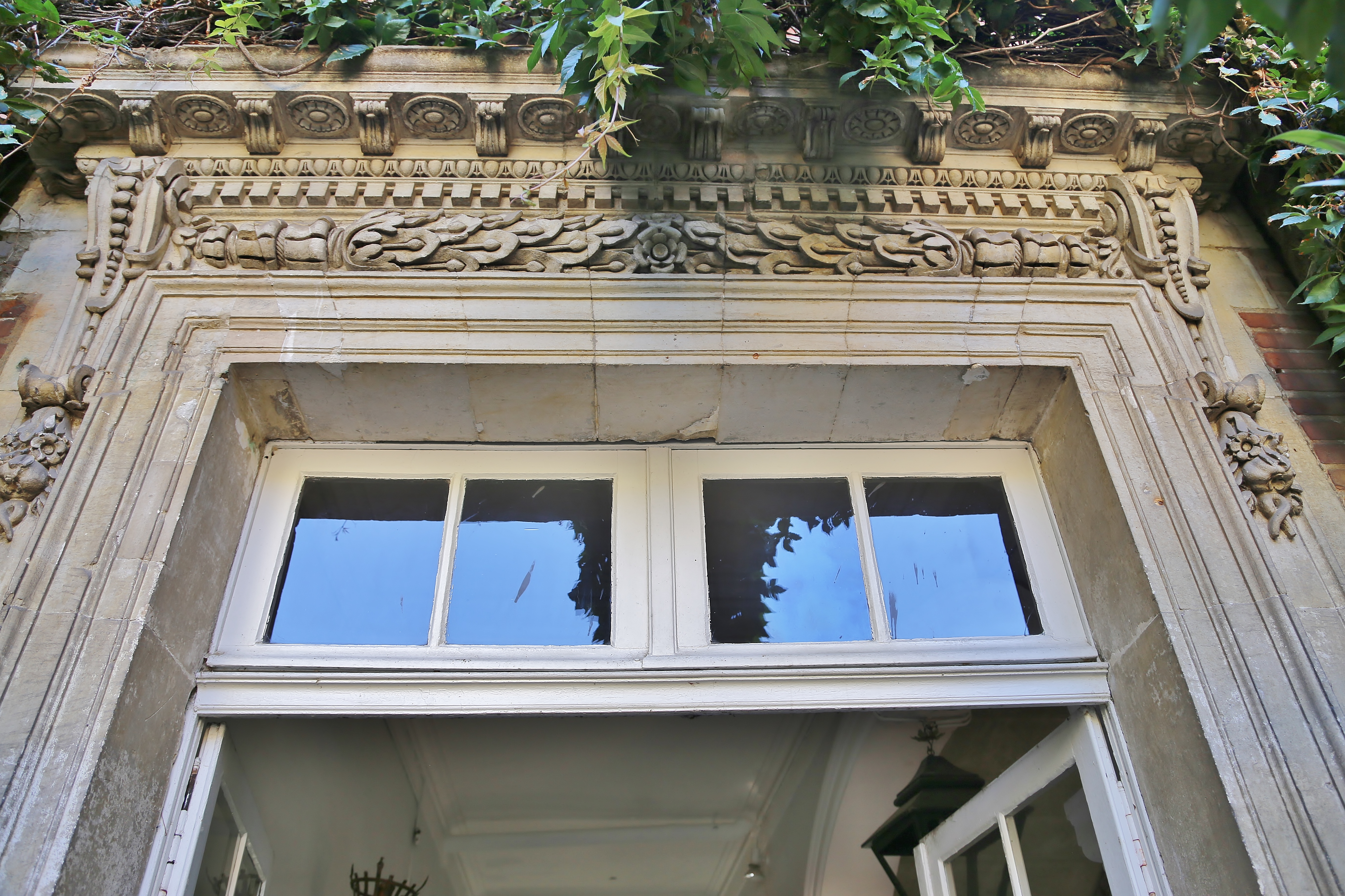
Décor de la porte.
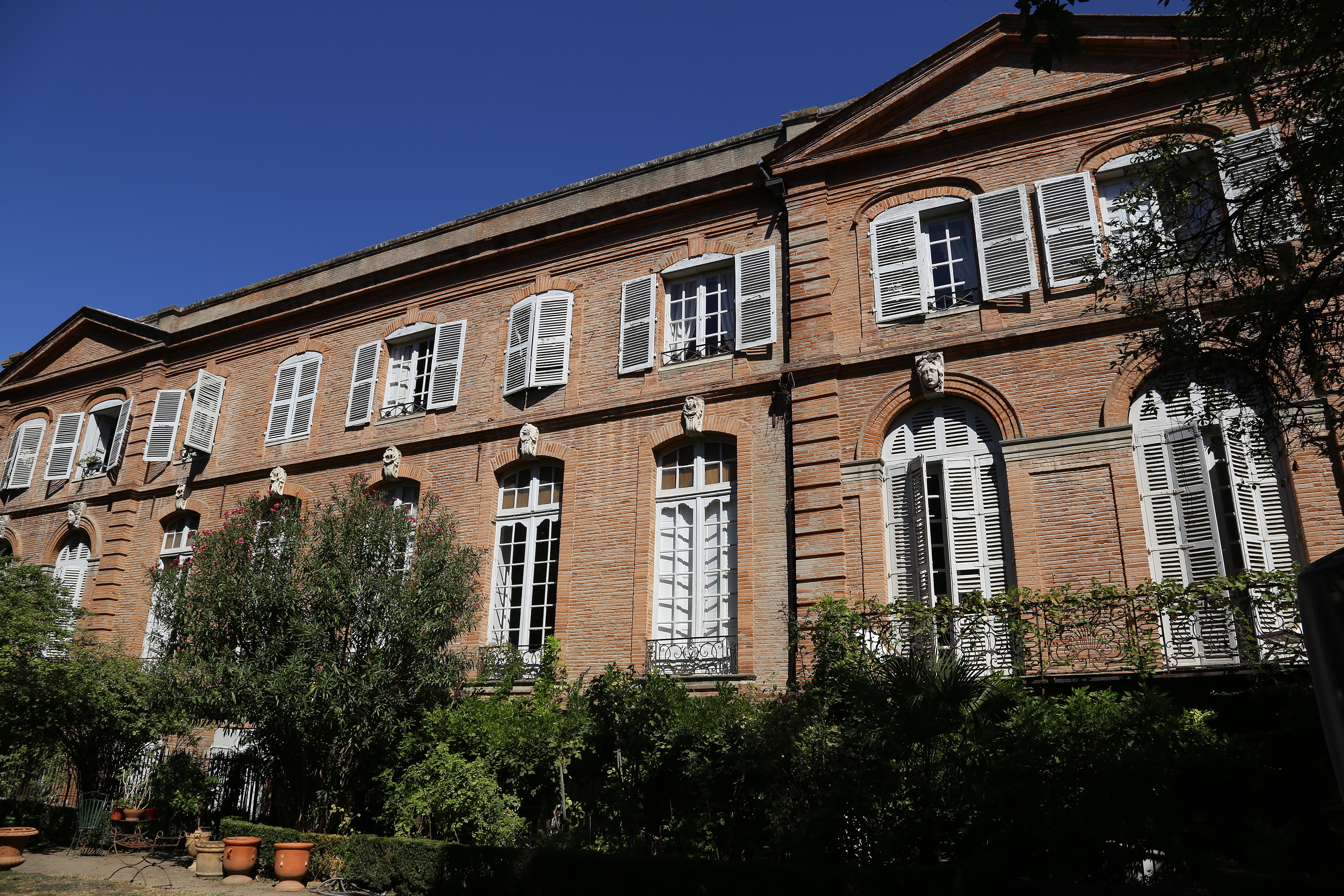
Reich de Pennautier : façade classique sur jardin (XVIIIe siècle).
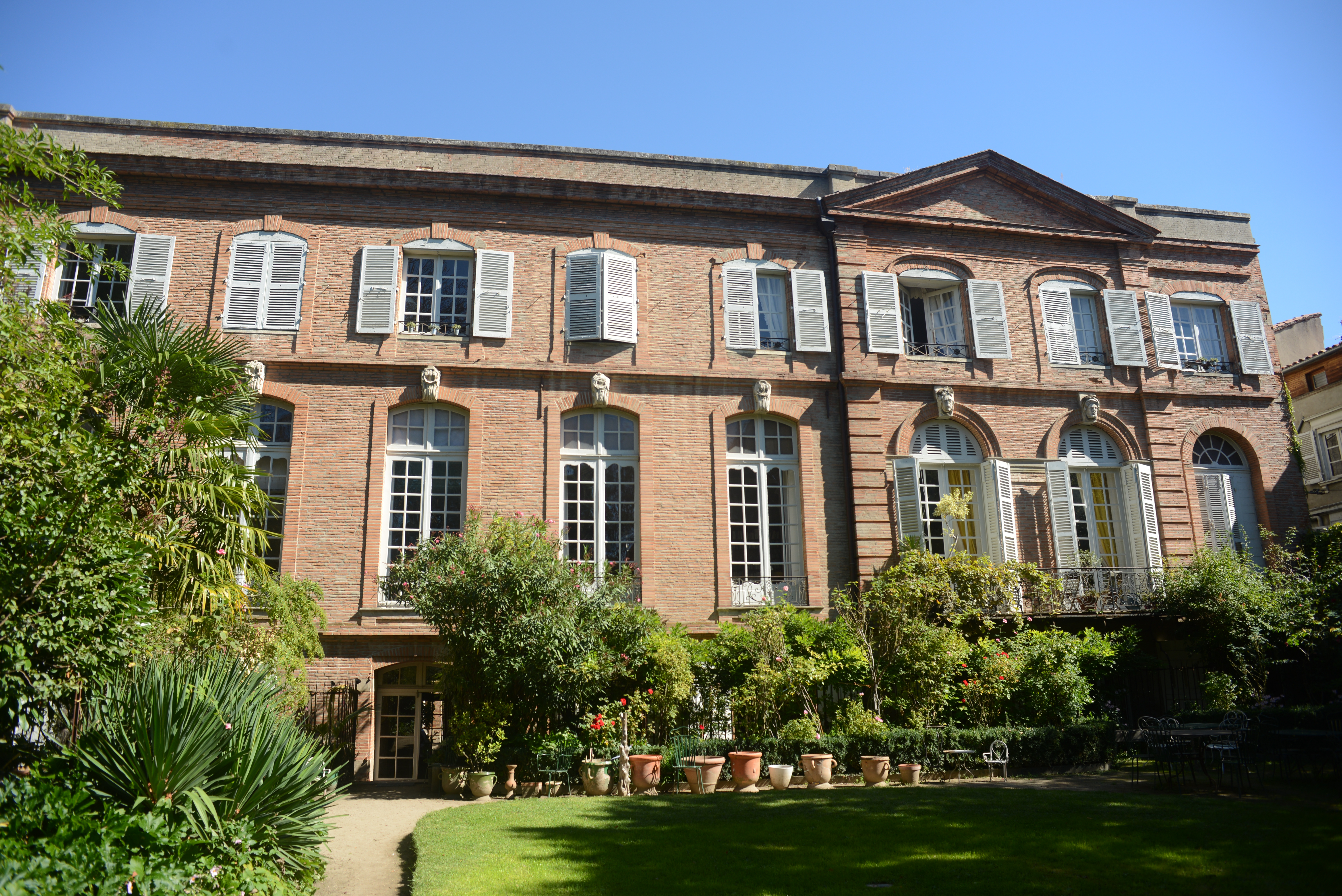
Reich de Pennautier : façade sur jardin du XVIIIe siècle.
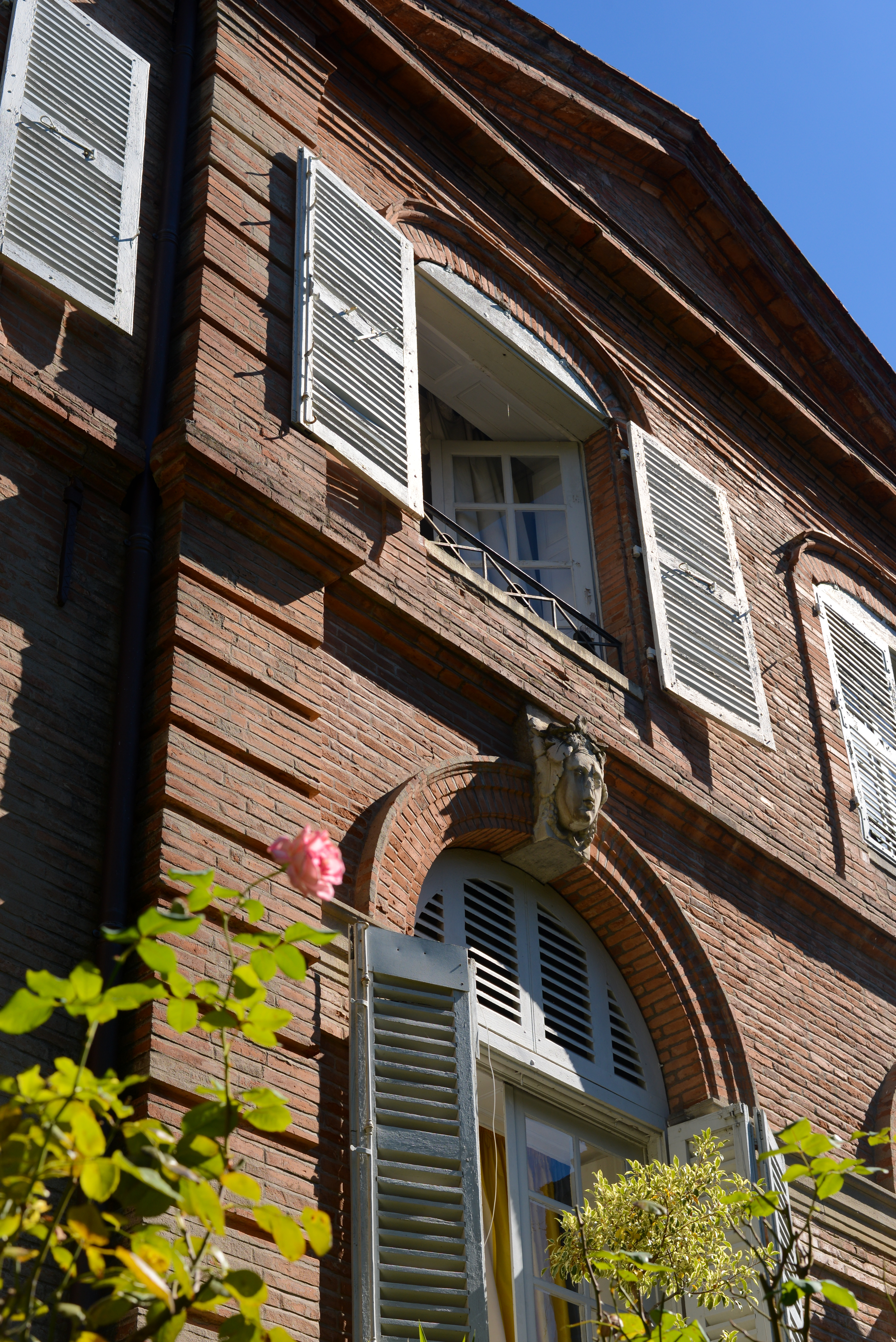
Reich de Pennautier : Détail de la façade sur jardin.
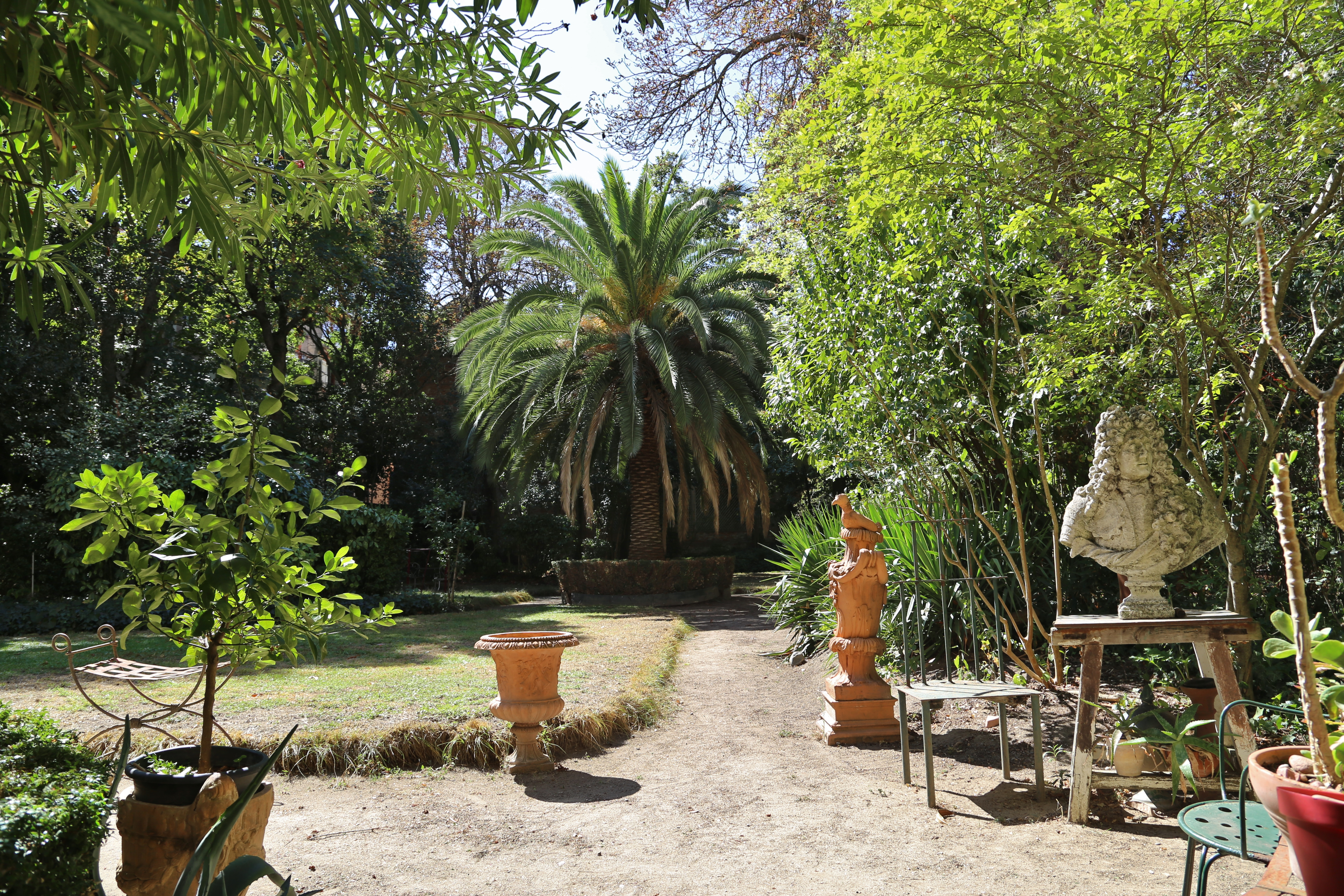
Reich de Pennautier : jardin.
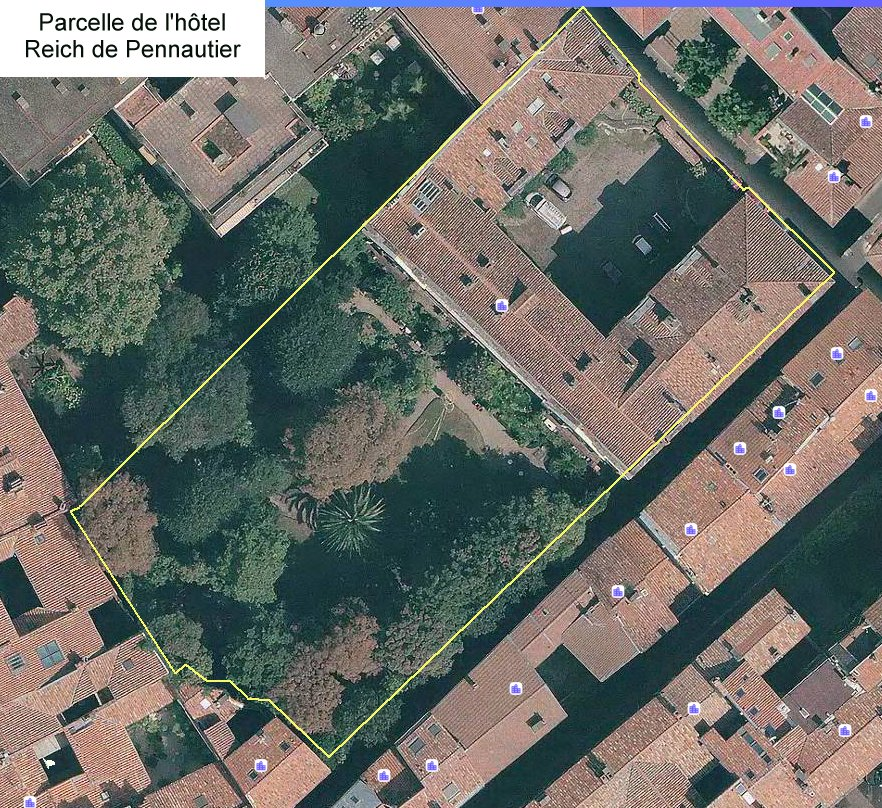
Vue de la parcelle de l'hôtel de Pennautier.

### L'hôtel de Nolet
Adresse : 7 rue des Arts. Non protégé MH.
C'est en 1670 que le trésorier général Nolet fait bâtir son hôtel. L'encadrement de la porte cochère centrale est fait d'une alternance de briques et de pierres. Dans la première cour se trouve une galerie à arcades terminée par une tourelle en brique.

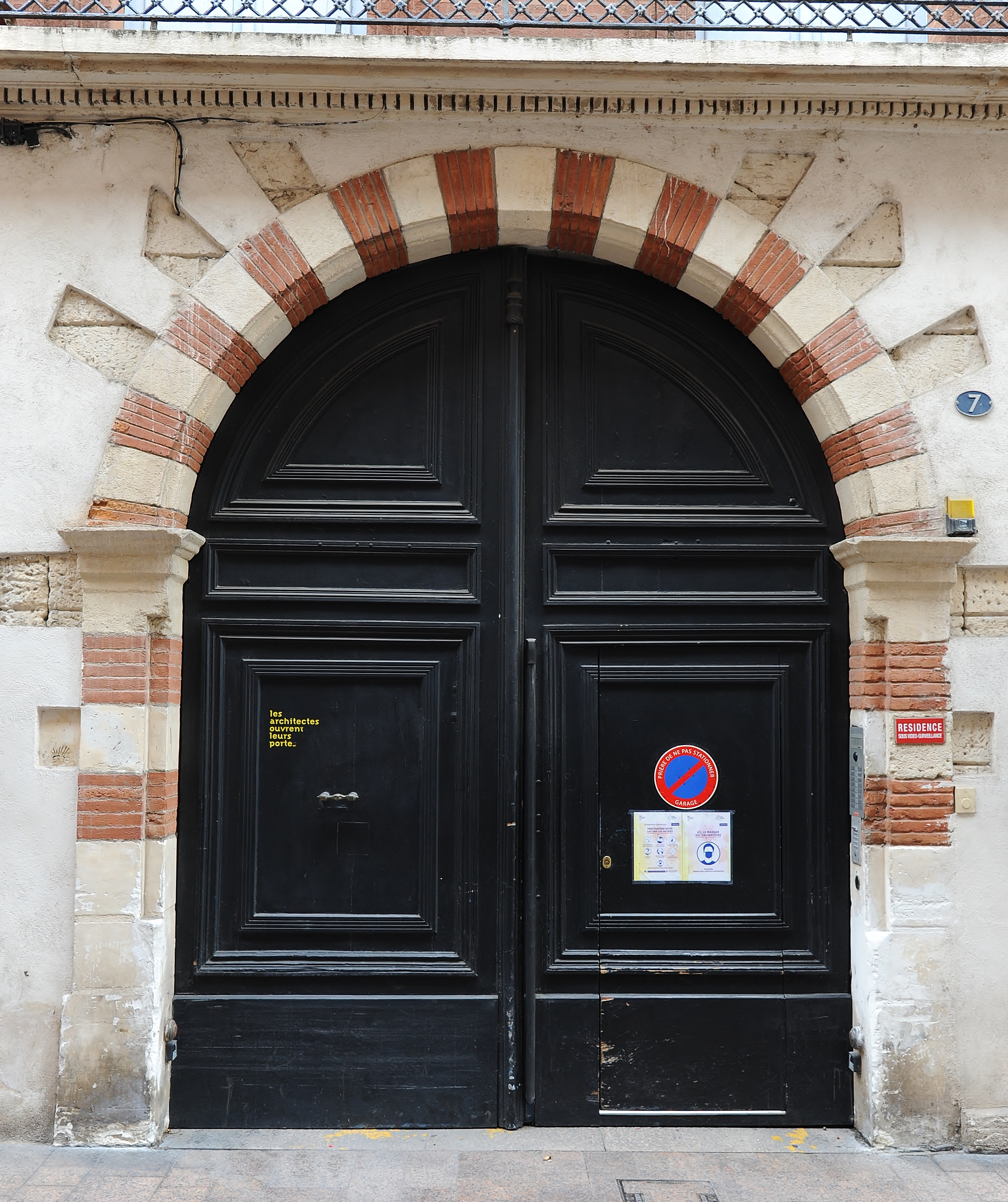
Hôtel de Nolet : portail d'entrée.
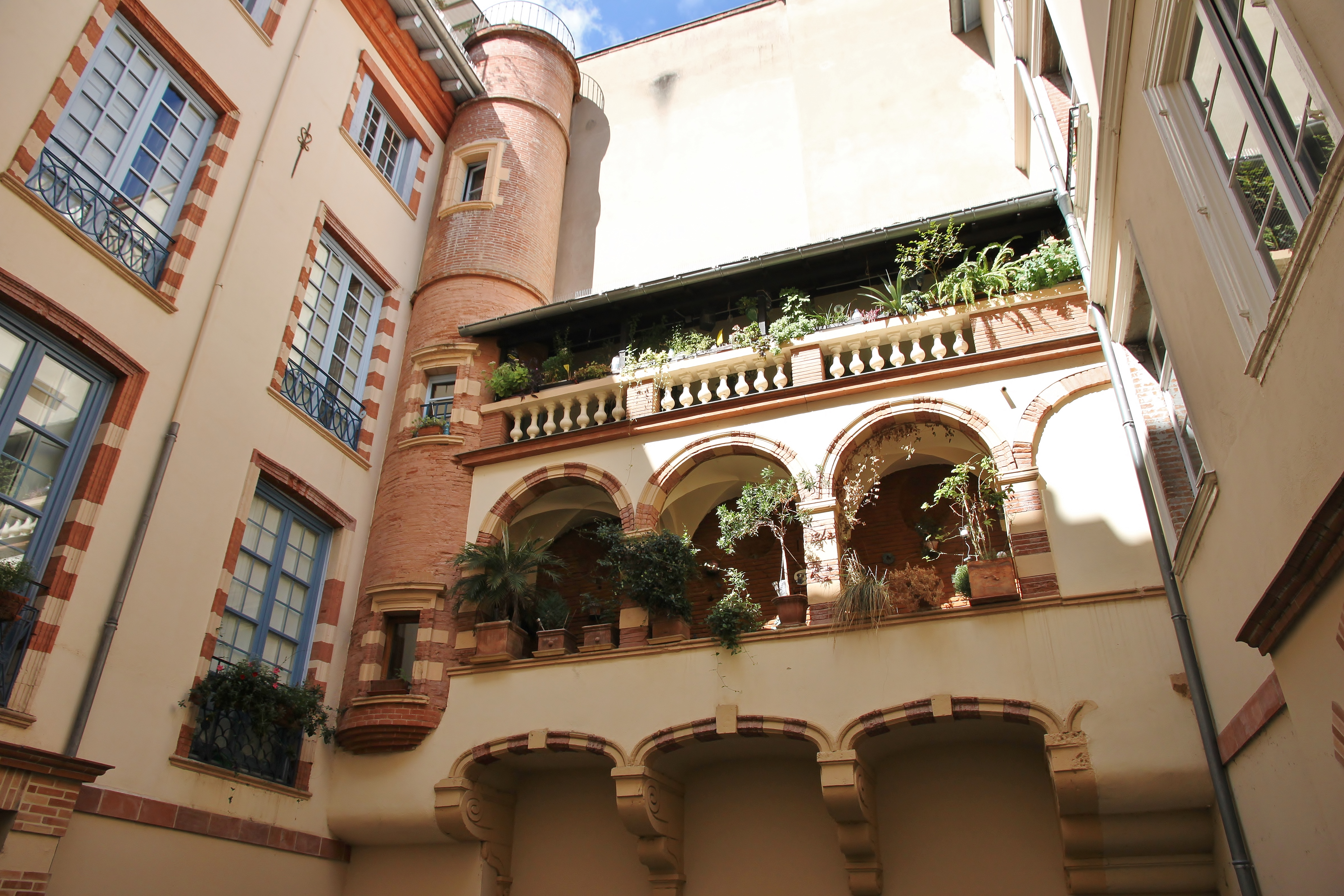
Nolet : galerie et tourelle dans la cour.
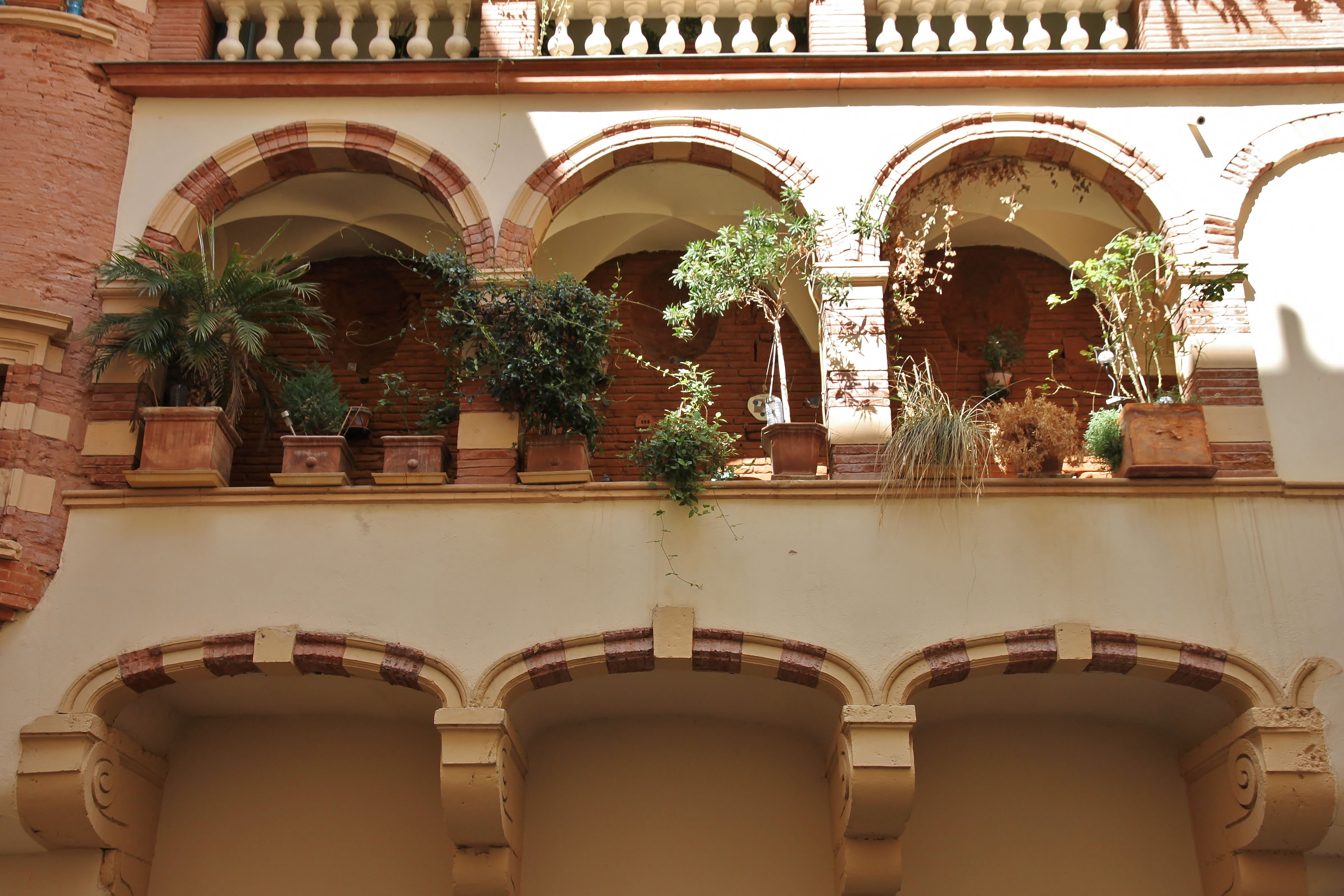
Nolet : la galerie à arcades.

### L'hôtel d'Orbessan
Adresse : 11 rue Mage. Non protégé MH.
Construit pour Bernard Daignan, baron d'Orbessan et conseiller au Parlement (1652-1677), cet hôtel se caractérise par un portail d'entrée dont la présence est soulignée par une alternance de briques et de pierres, ainsi que par un riche programme ornemental finement sculpté.

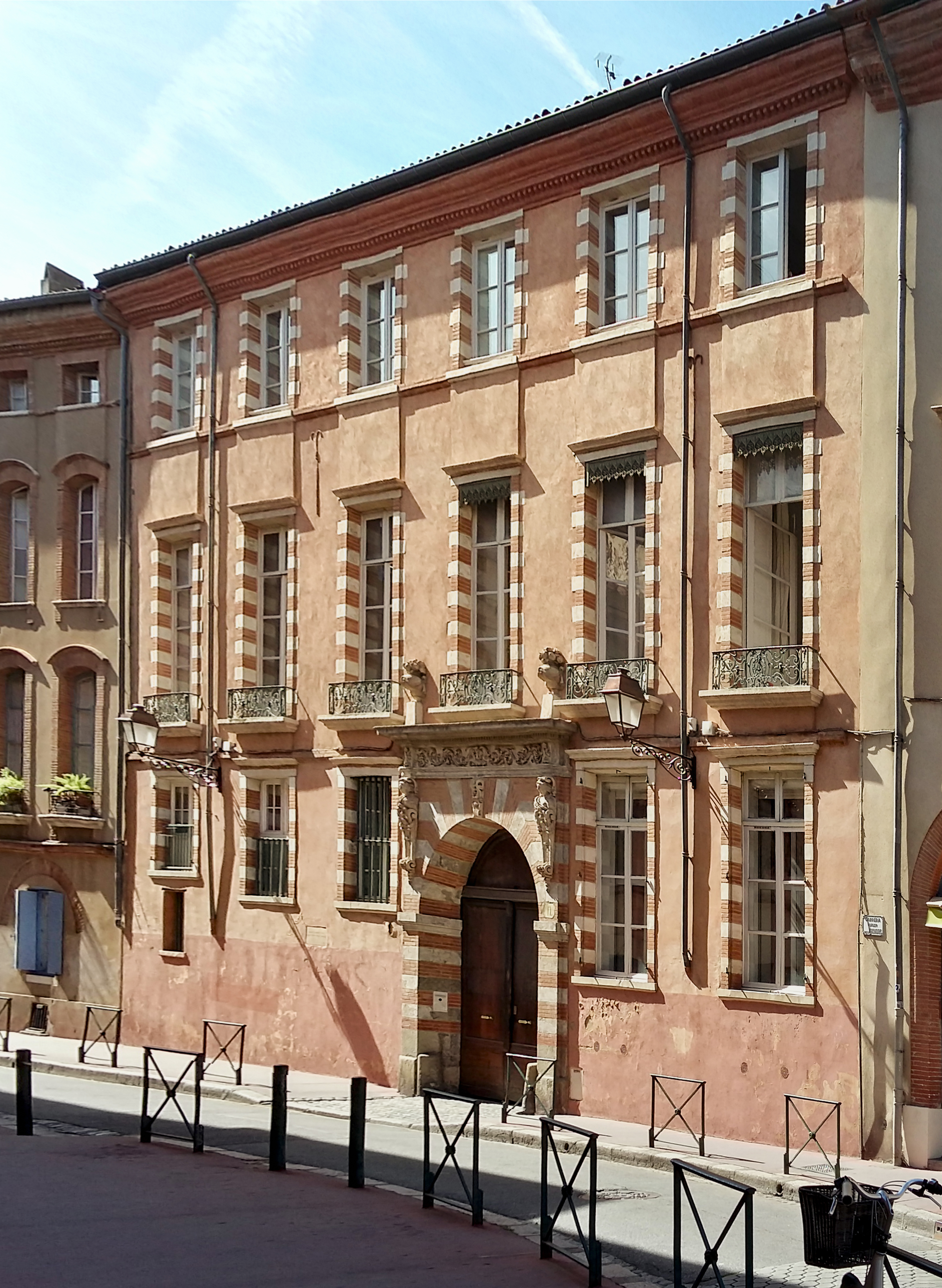
L'hôtel d'Orbessan.
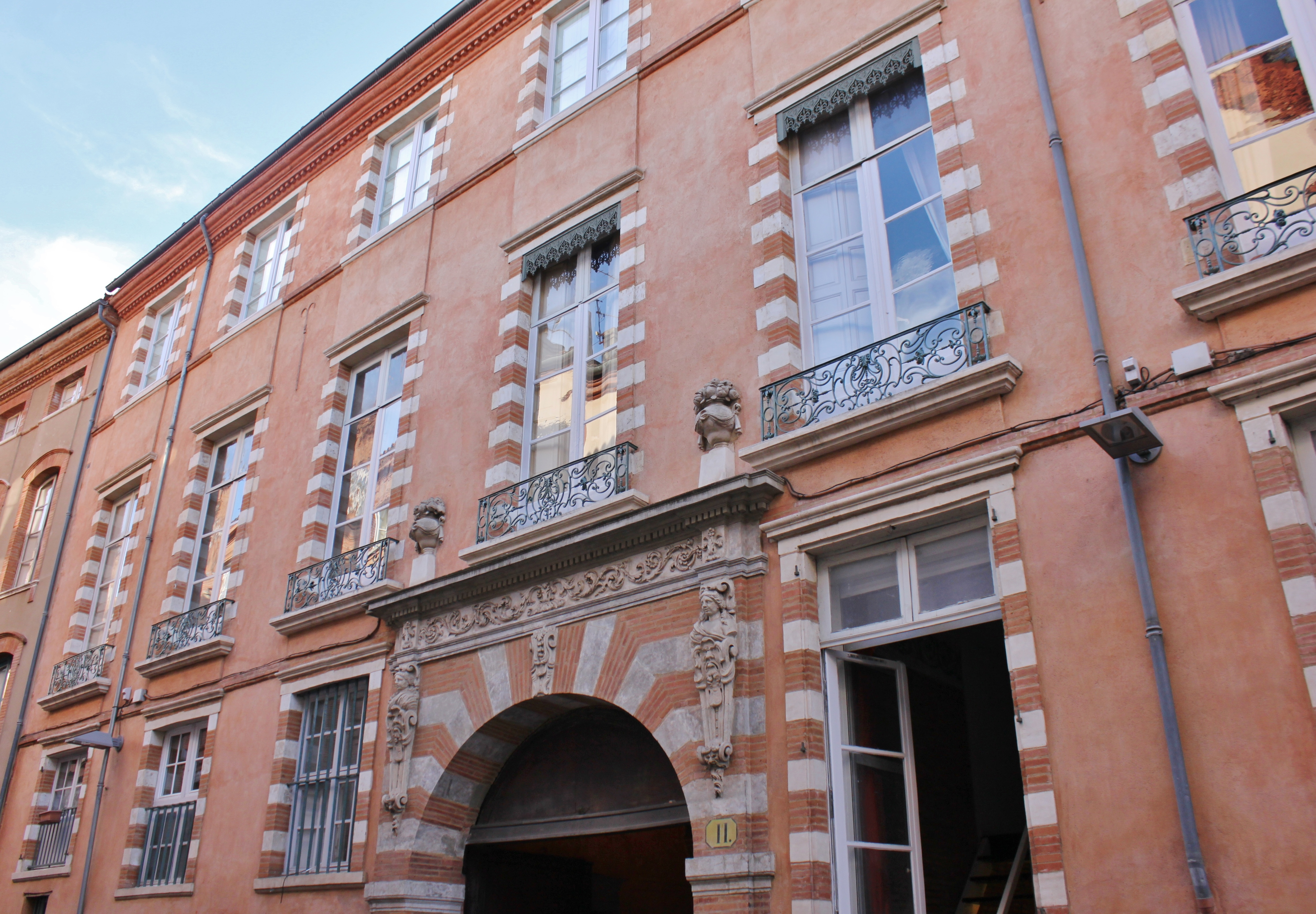
Hôtel d'Orbessan.
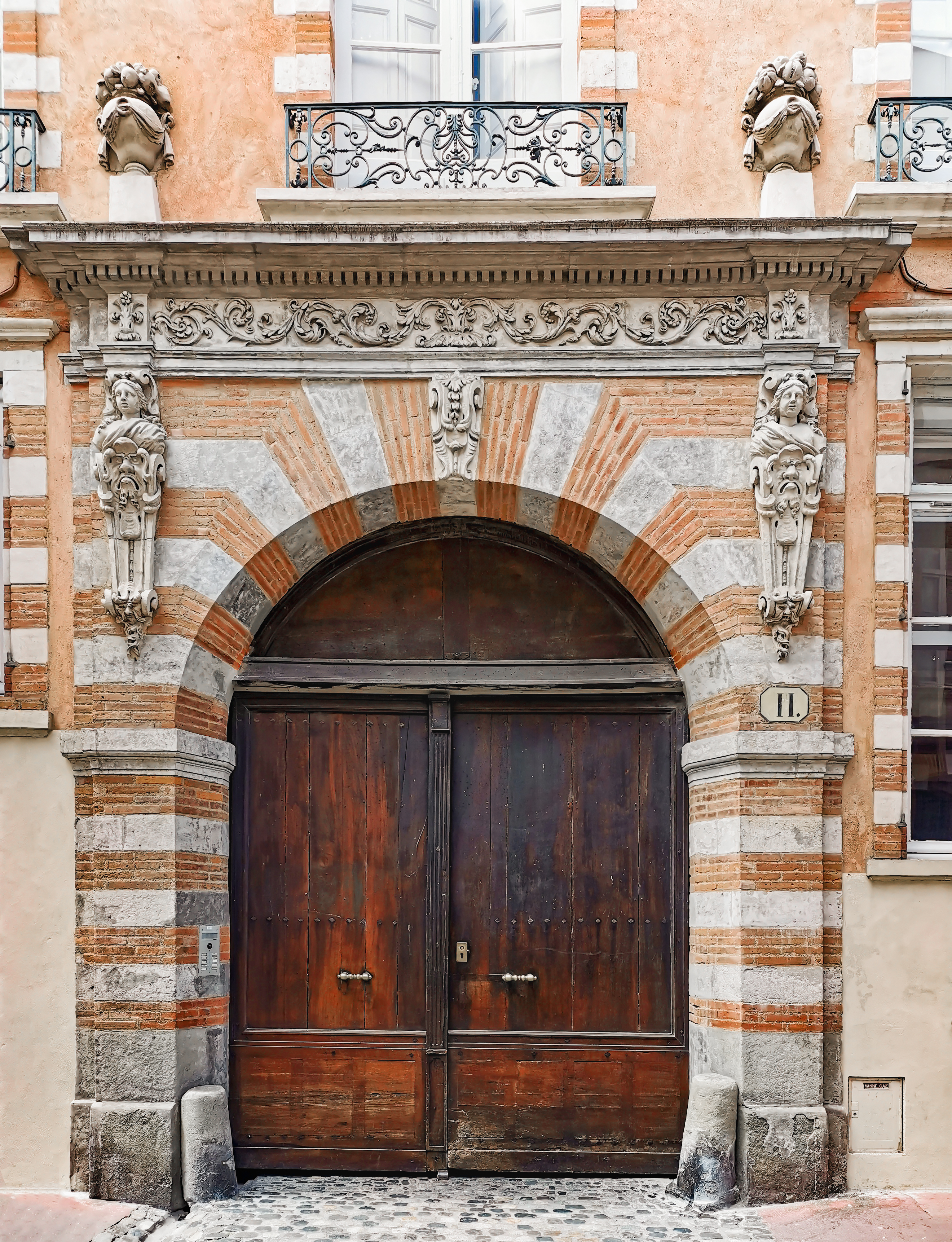
Le portail.
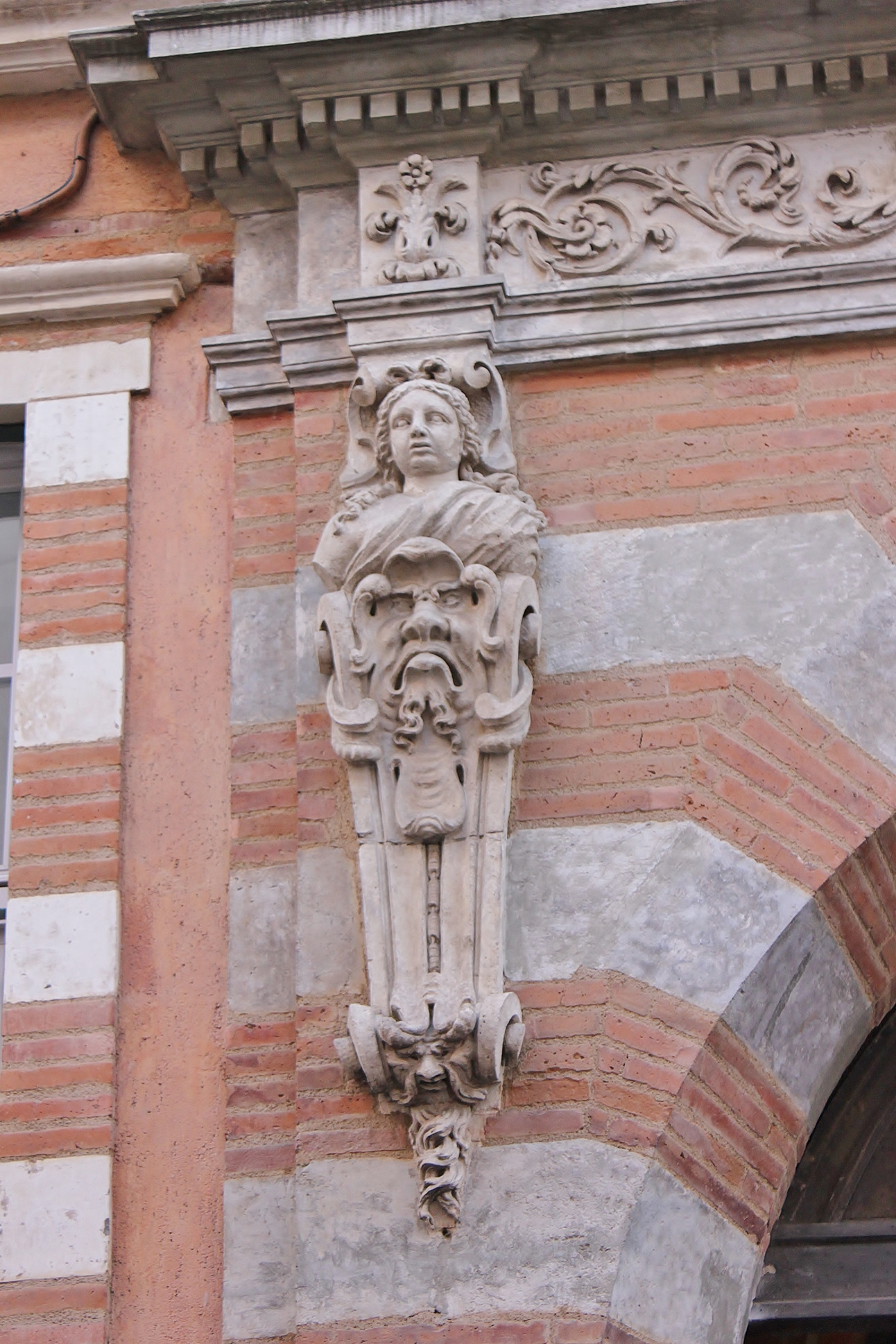
Orbessan : détail du décor.

### L'hôtel Druilhet
Adresse : 14 rue Peyras. Non protégé MH.
Fils d'Alexis Druilhet, conseiller du roi et premier président au parlement de Bordeaux, François-Joseph Druilhet hérite d'une maison de son père et fait construire son hôtel sur la parcelle  entre 1666 et 1679. Les ouvertures marquées par l'alternance des matériaux brique et pierre sont typiques de leur époque.

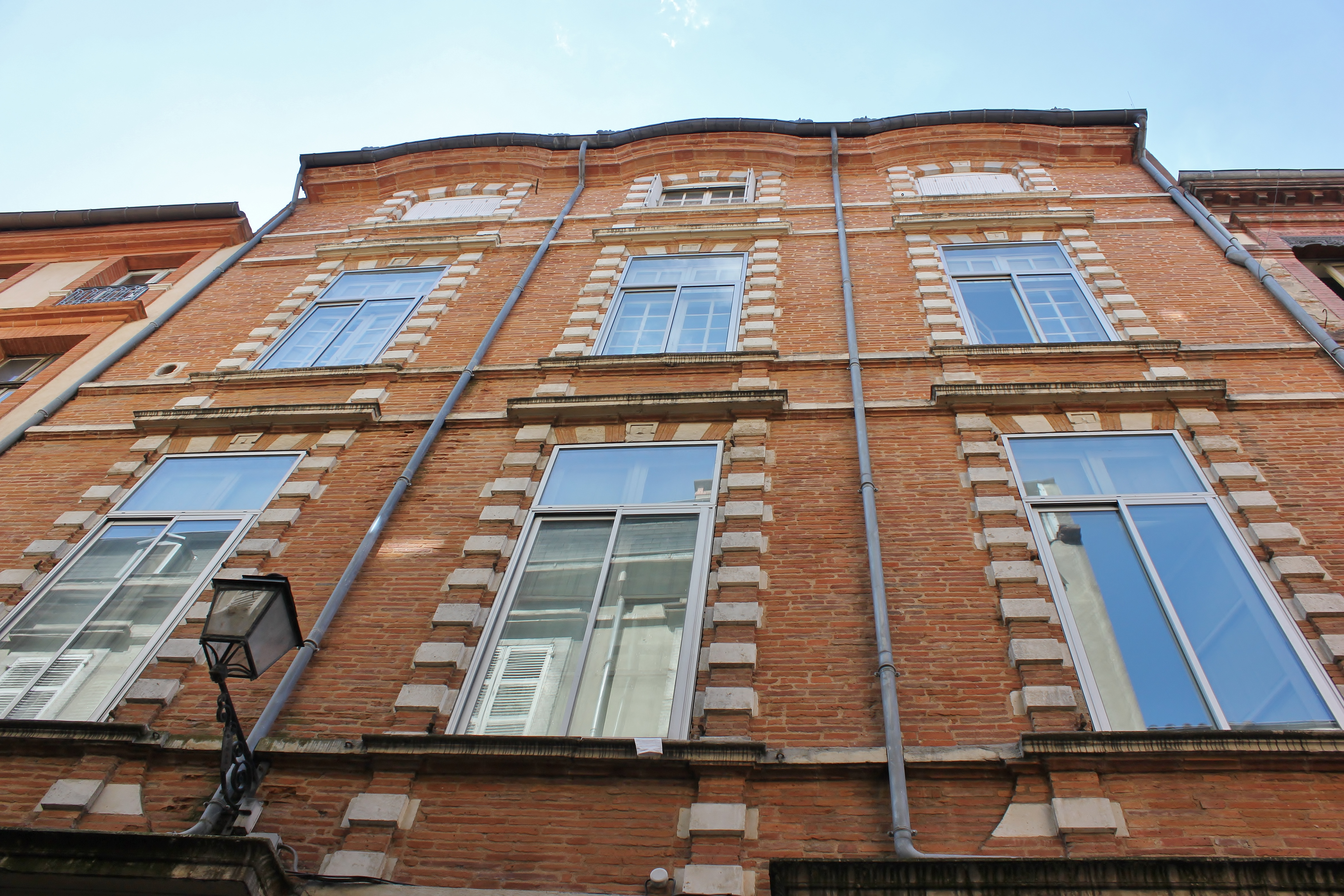
Hôtel Druilhet.
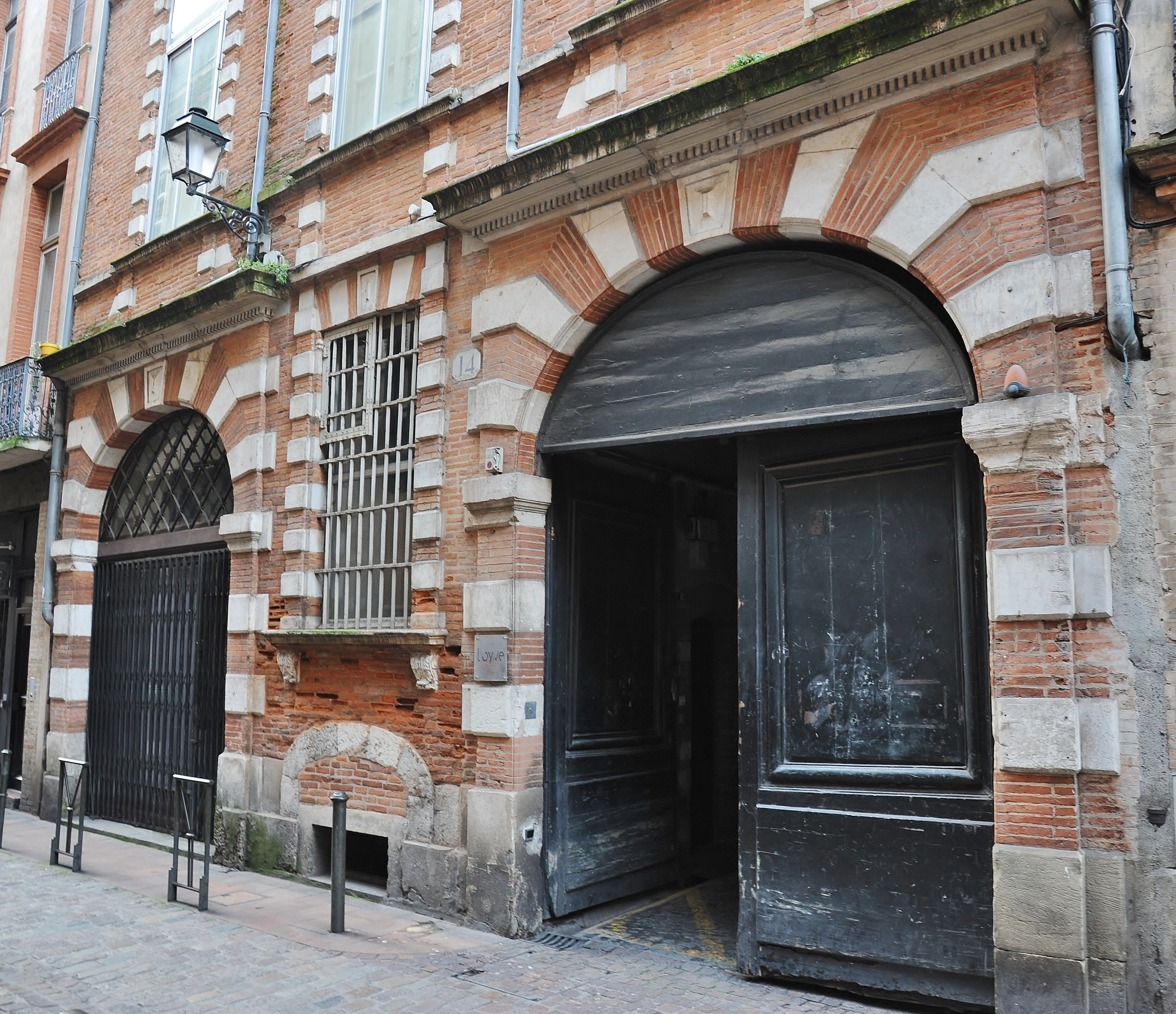
Druilhet : portails jumeaux.
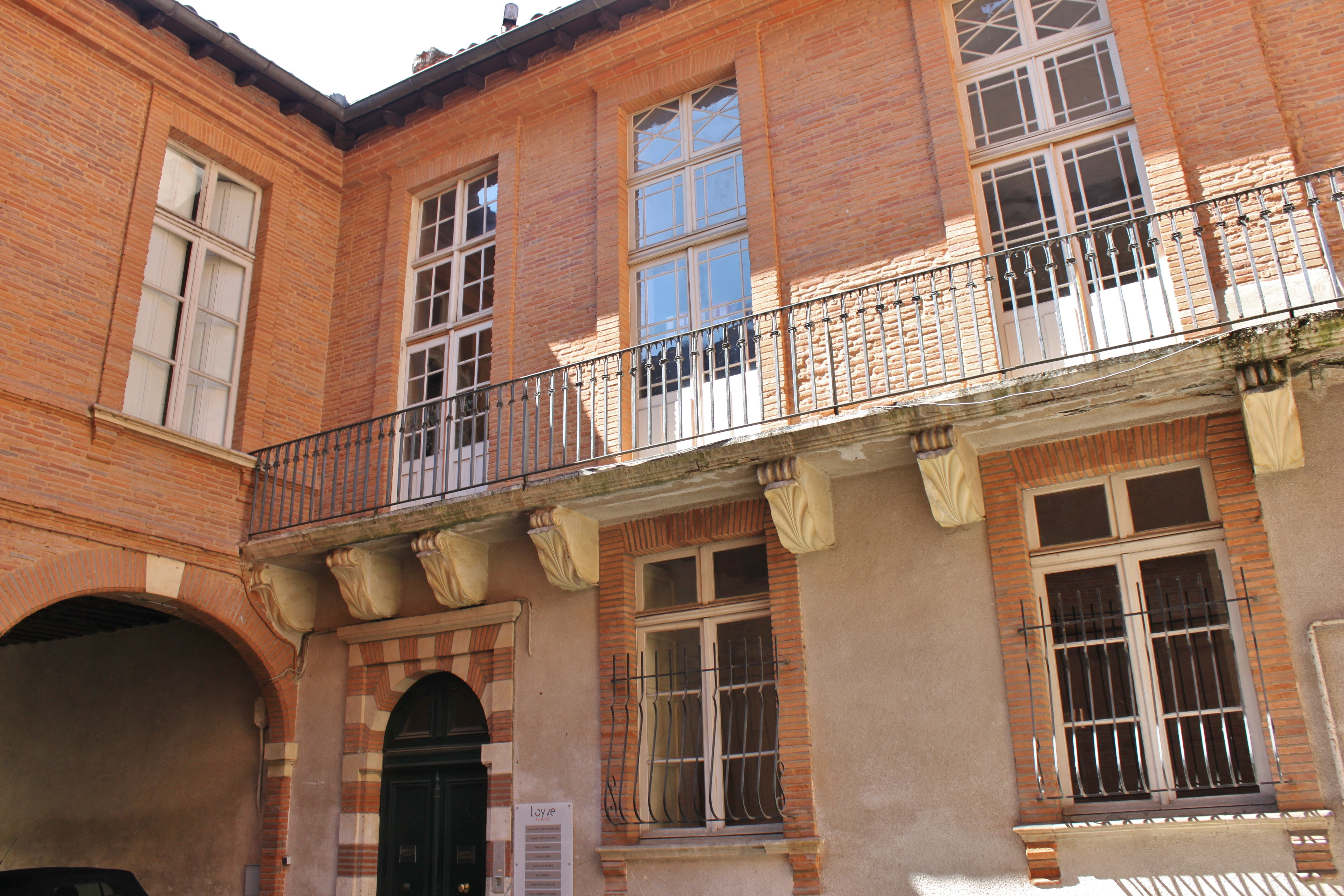
Druilhet : cour.
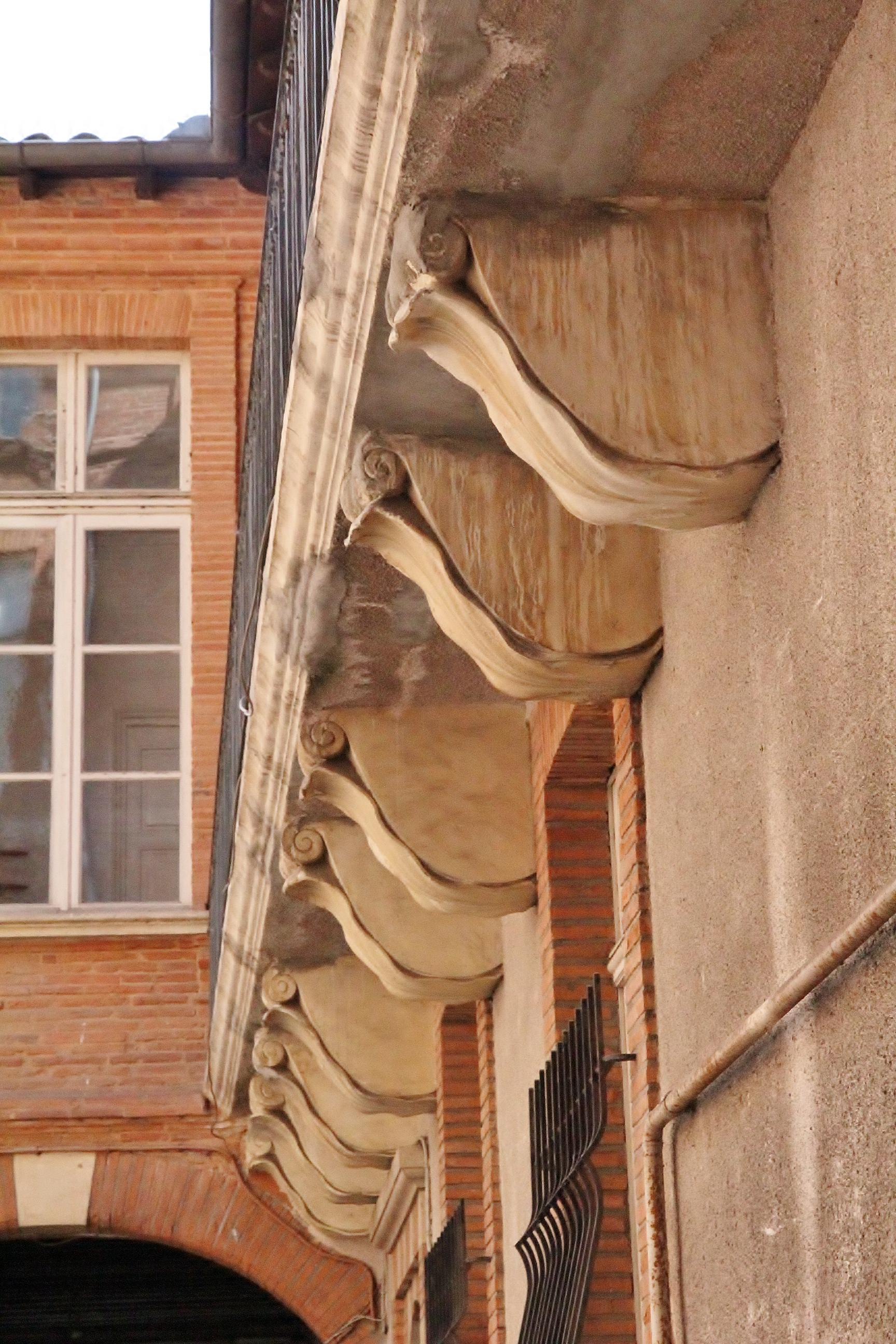
Druilhet : consoles du balcon.
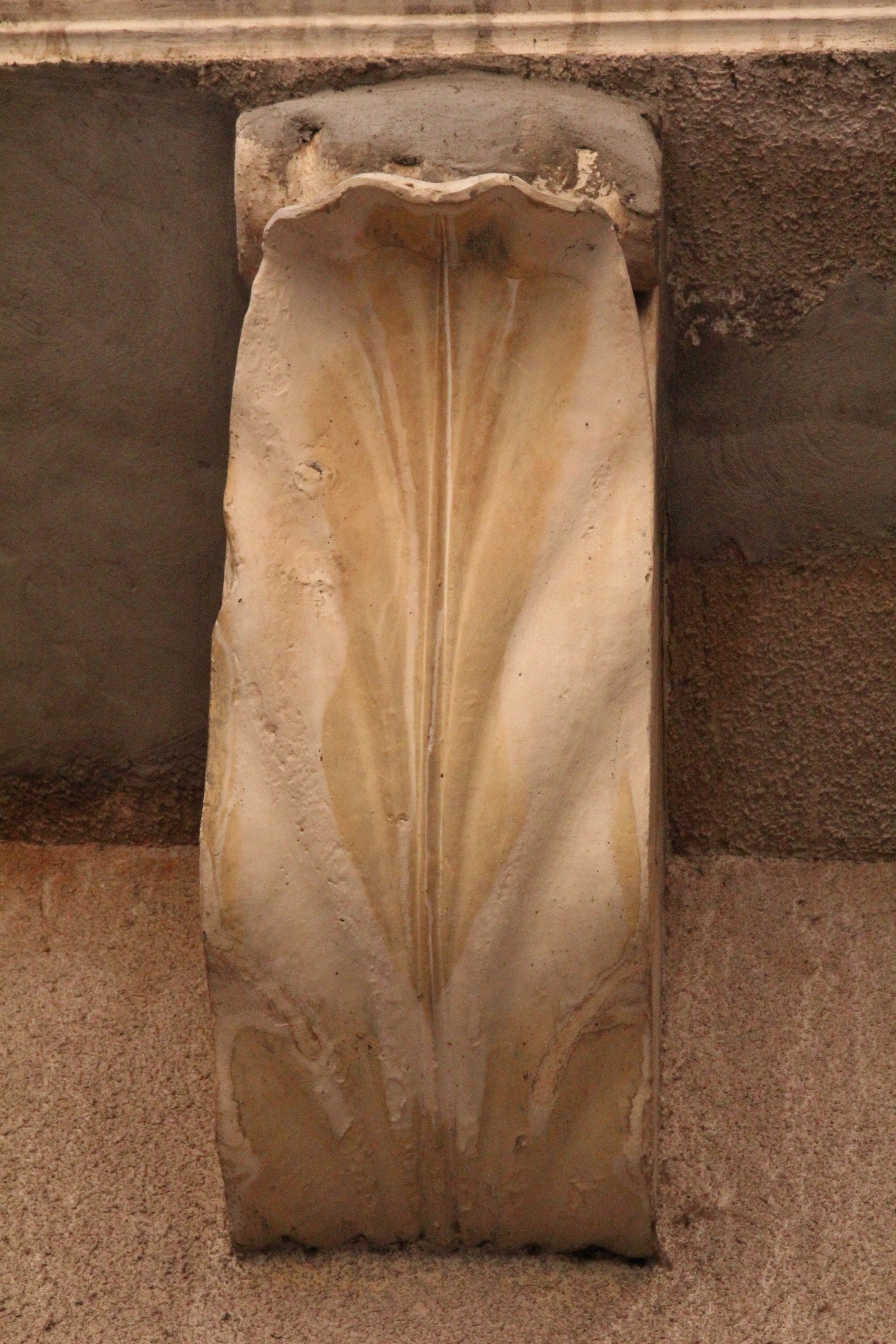
Druilhet : une console.

### L'hôtel d'Avizard
Adresse : 24 Grande-rue Nazareth. MH Inscrit (depuis 2020).
L'hôtel d'Avizard a été bâti dans le dernier quart du XVIIe siècle pour Claude d’Avizard, conseiller du roi, président aux Enquêtes du Palais. Il se distingue par ses encadrements alternant la brique et la pierre, par ses motifs de table rectangulaire animant la façade et par ses chasse-roues sphériques dont la forme rappelle un bilboquet. La porte cochère centrale en plein-cintre est mise en valeur par un encadrement alternant la brique et la pierre et surmonté par une corniche à denticules. Deux garde-corps en fer forgé du XVIIe siècle à volutes formant des cœurs composent les deux balcons reposant sur de fortes consoles en pierre sculptées. 

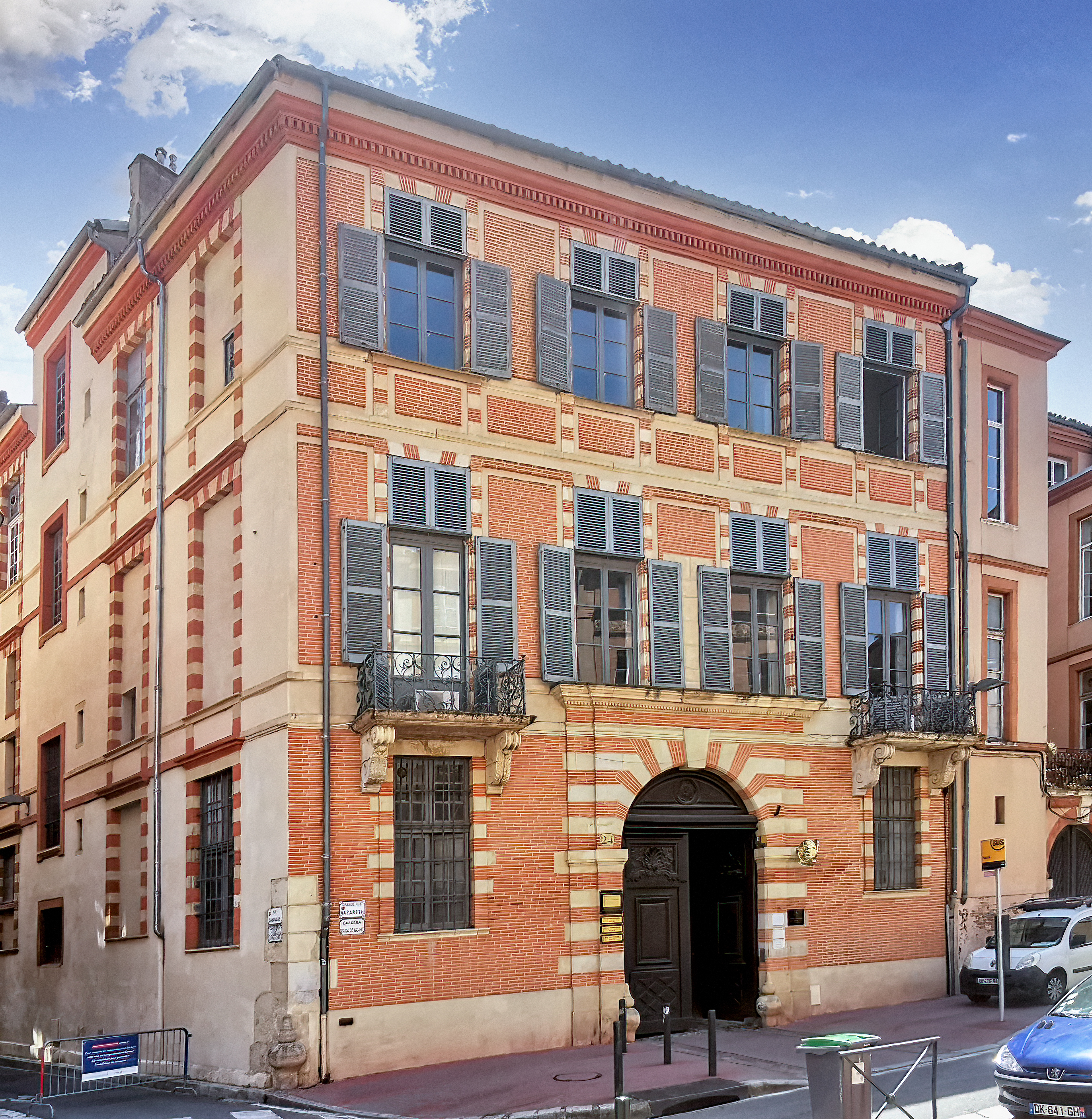
Avizard : façade
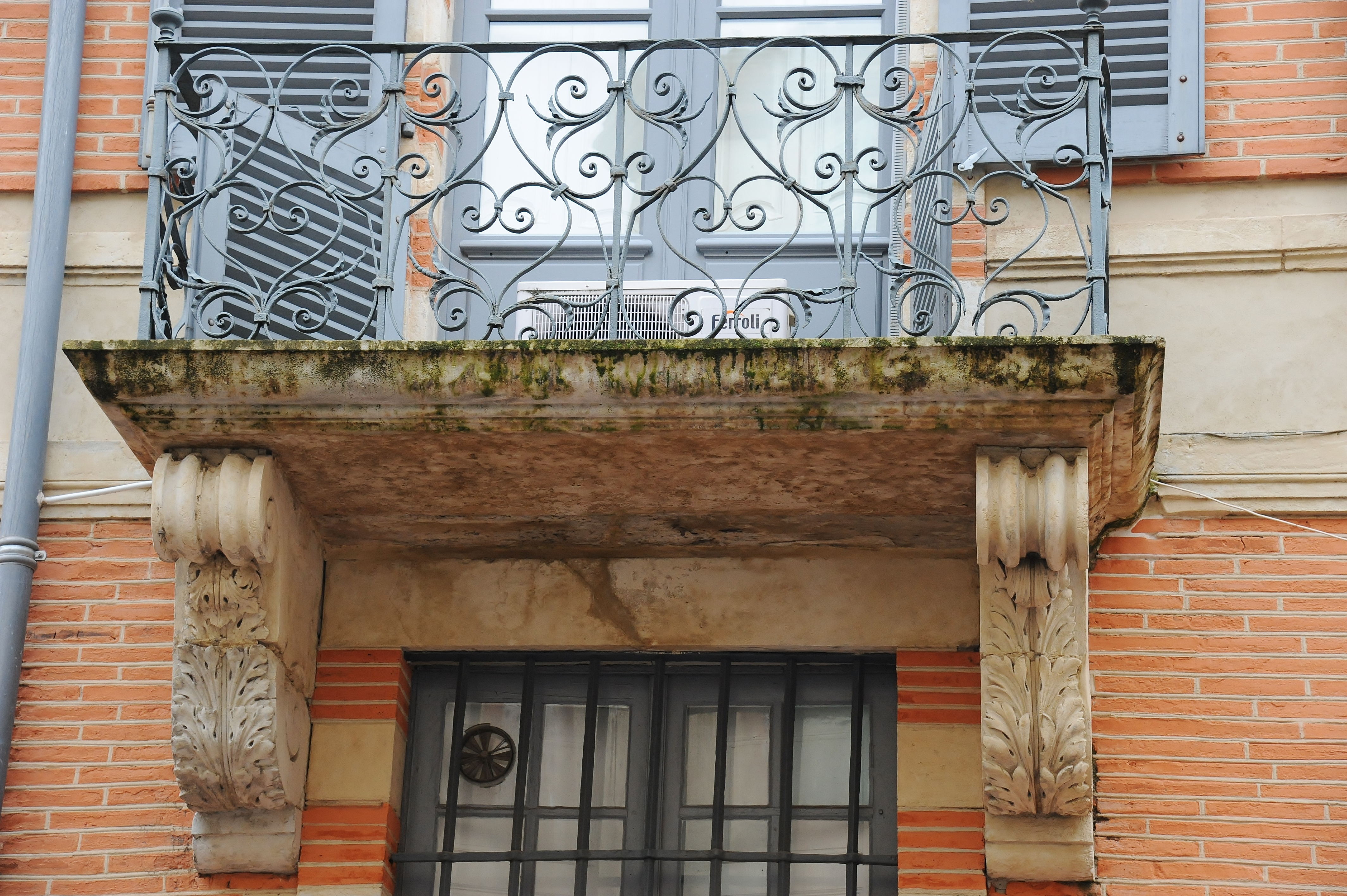
Avizard : balcon.
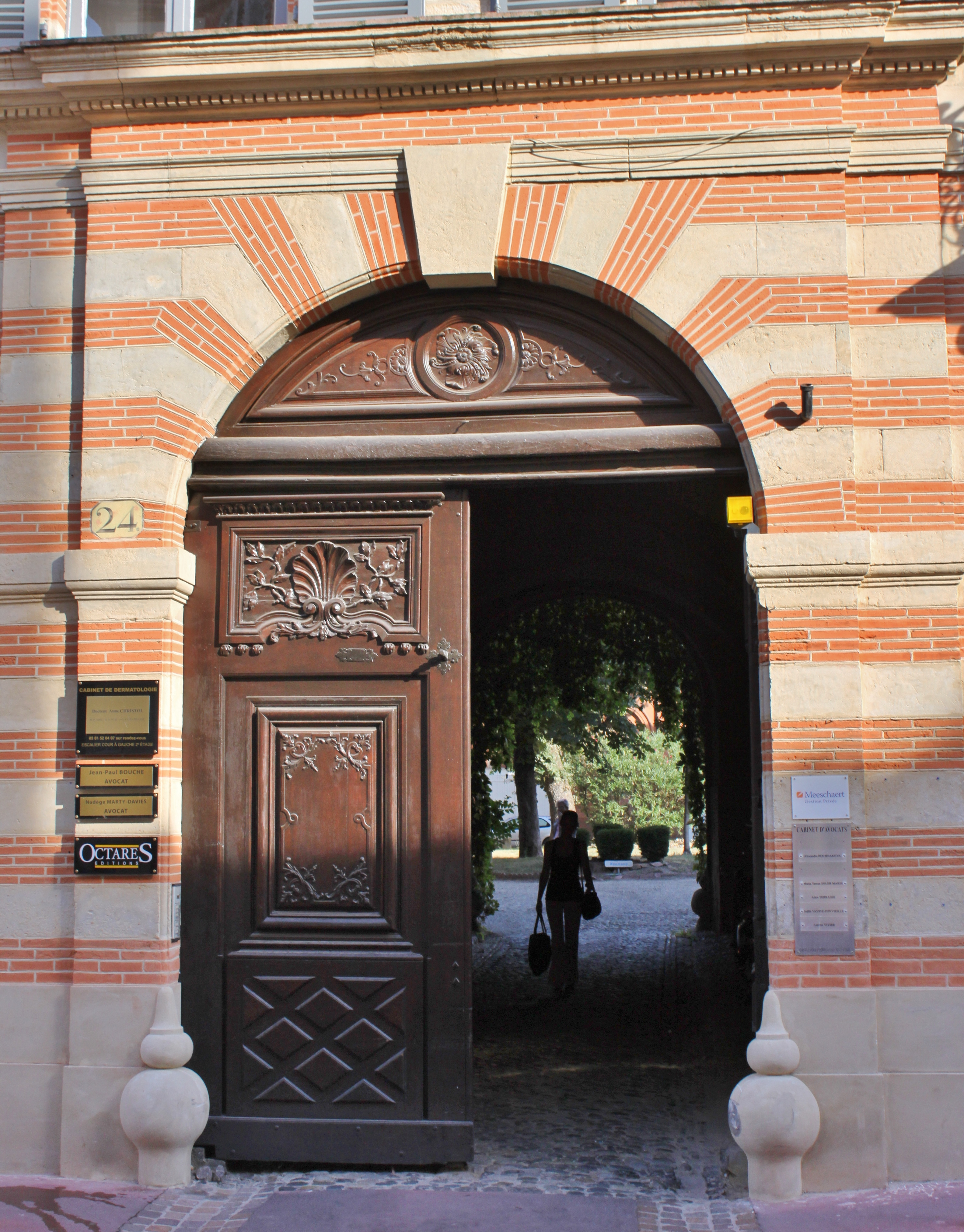
Avizard : portail dont la porte cochère est ornée de coquilles, rinceau et feuillage.
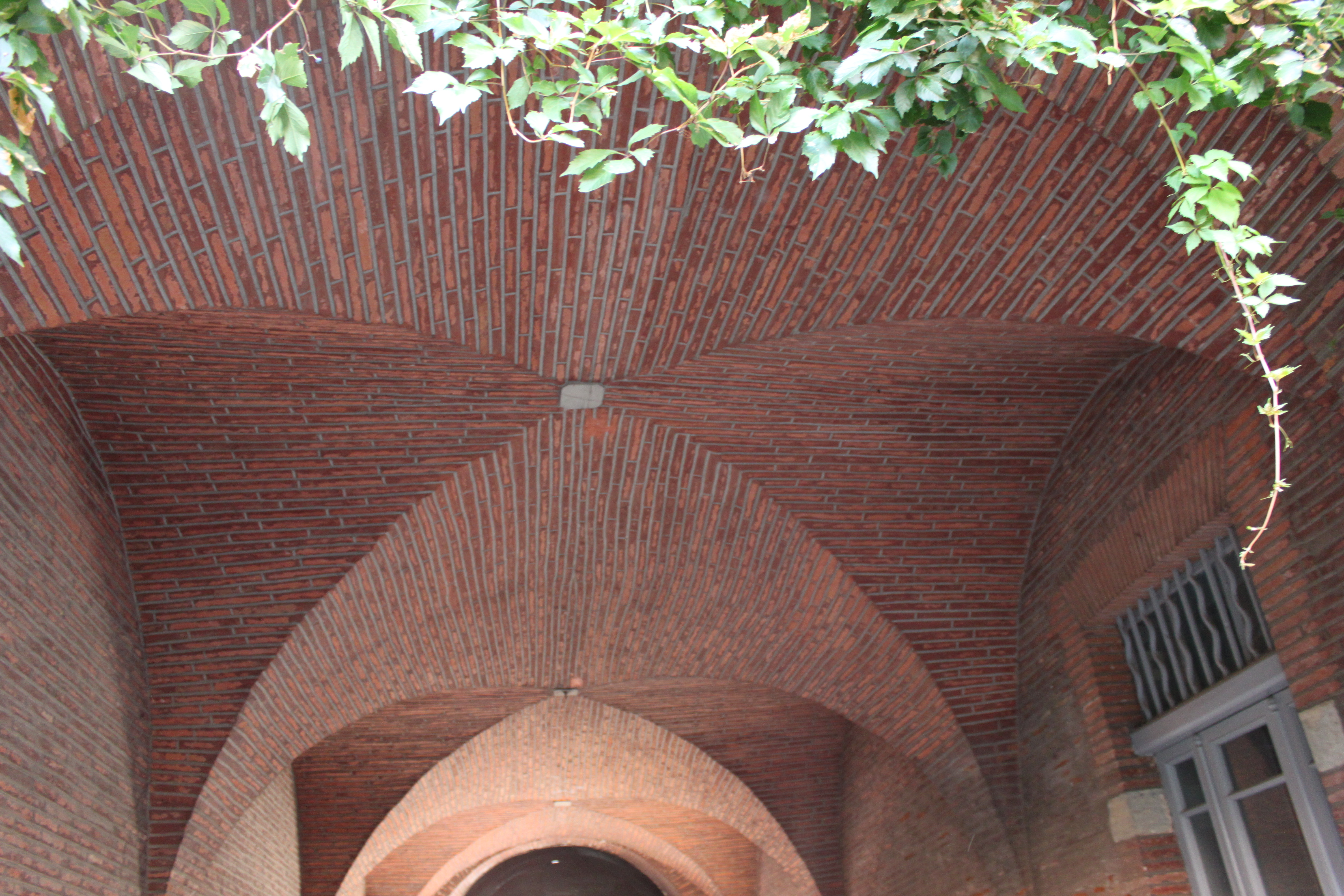
Avizard : voûte du passage d'accès à la cour.
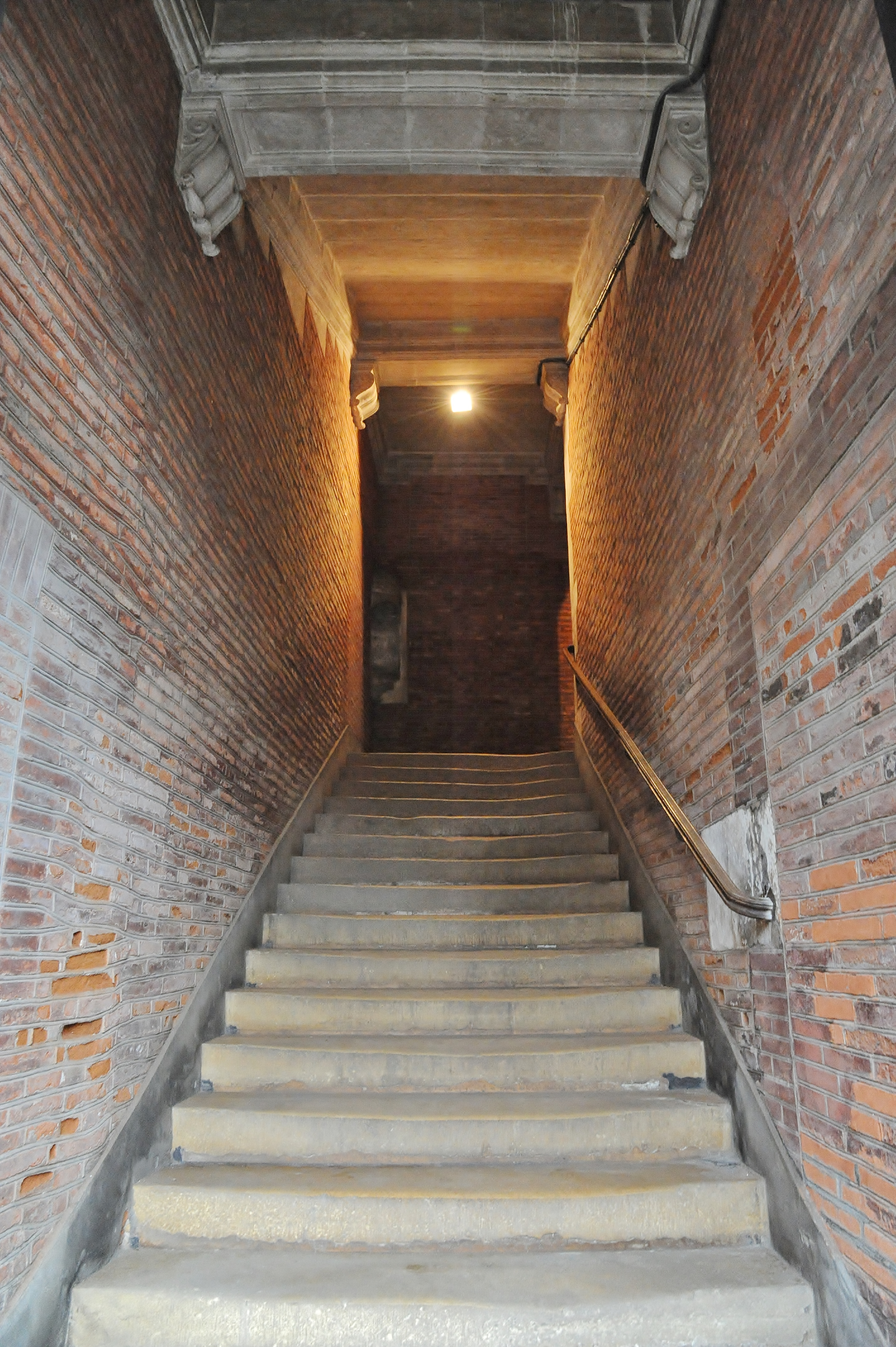
Avizard : escalier.
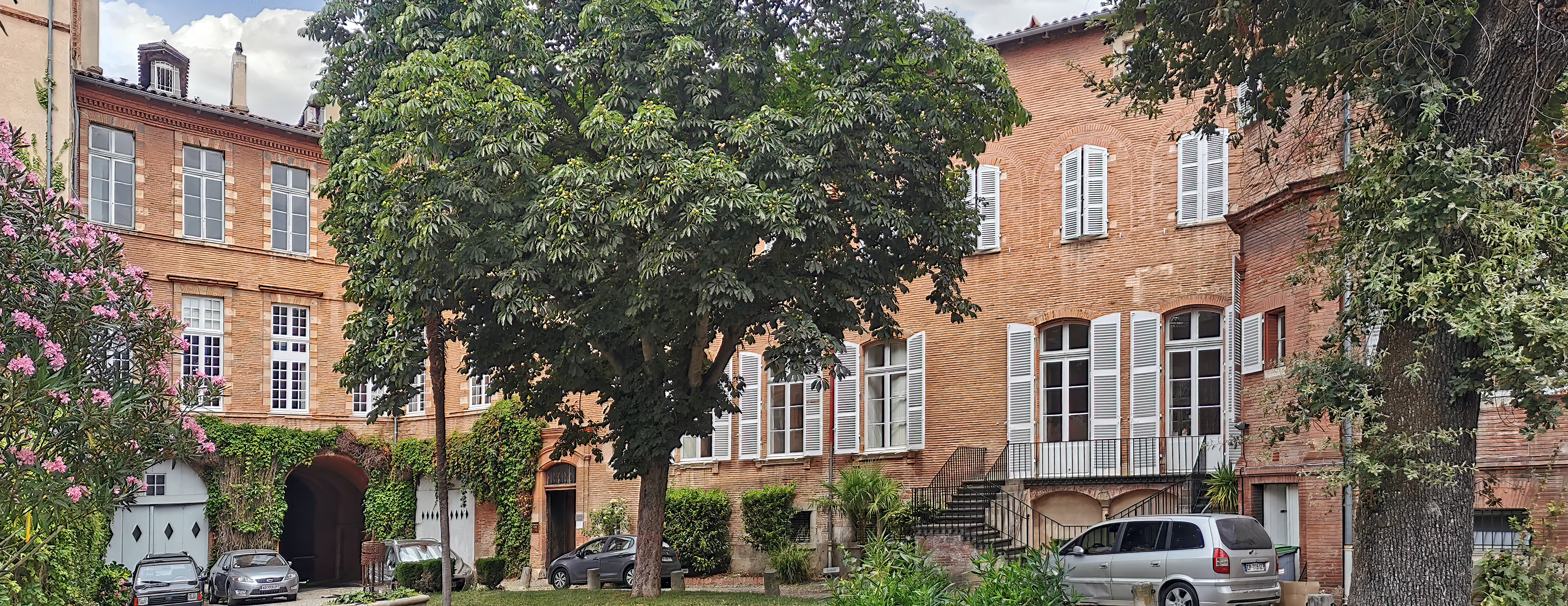
Avizard : élévations sur cour.
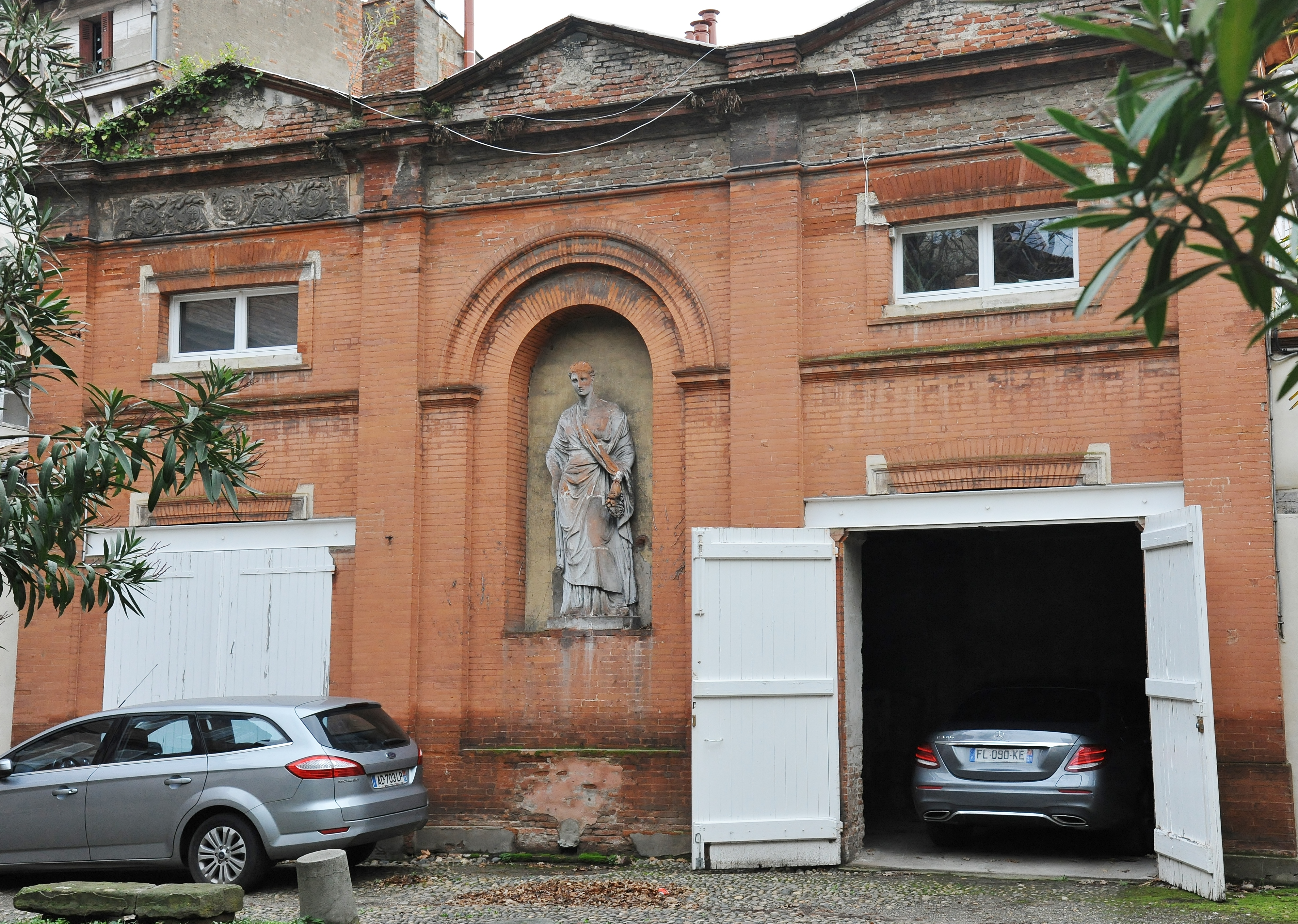
Avizard : anciennes écuries avec statue en terre cuite du XIXe siècle.
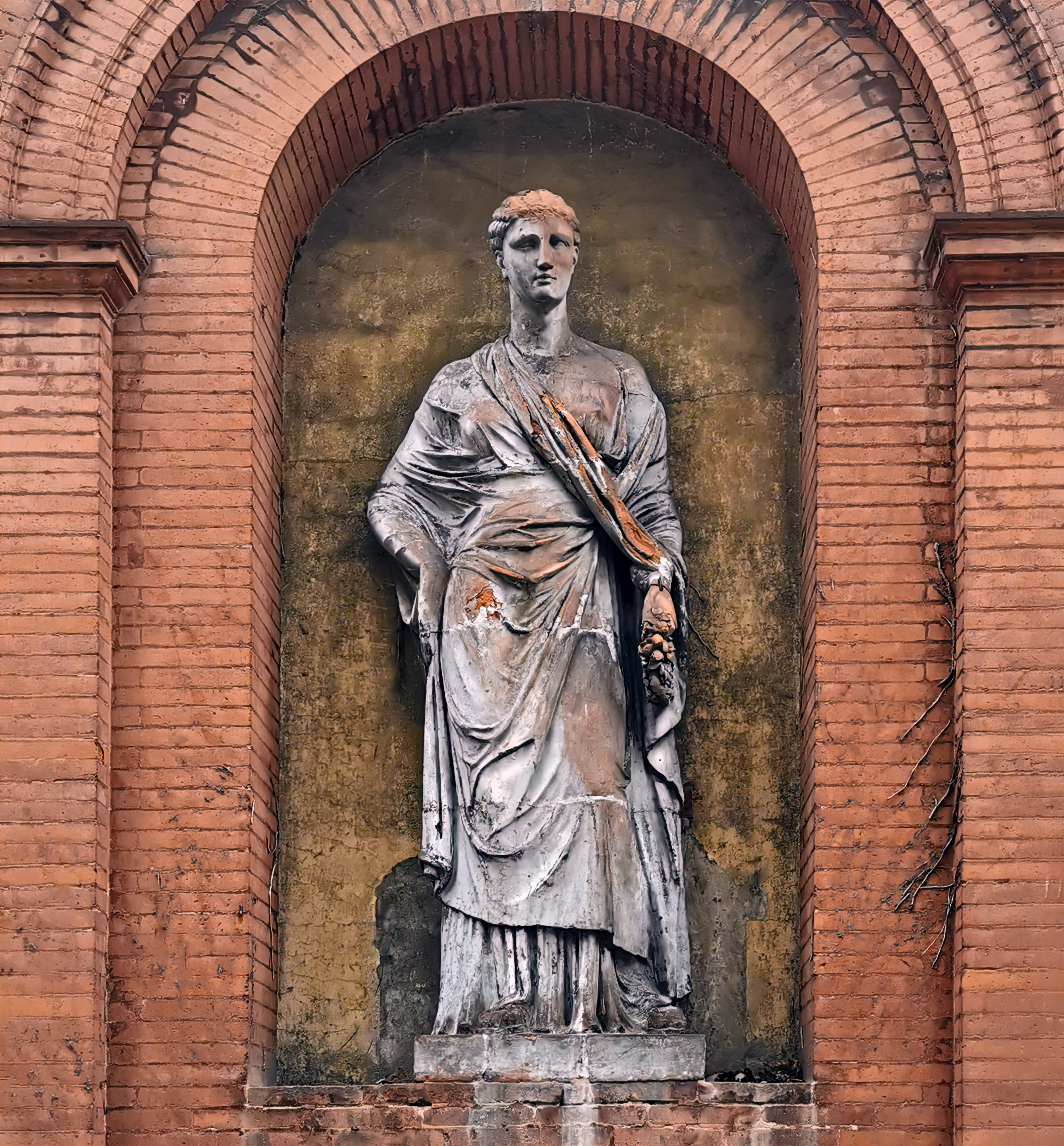
Avizard : Statue en terre cuite du XIXe atelier Giscard (Toulouse)
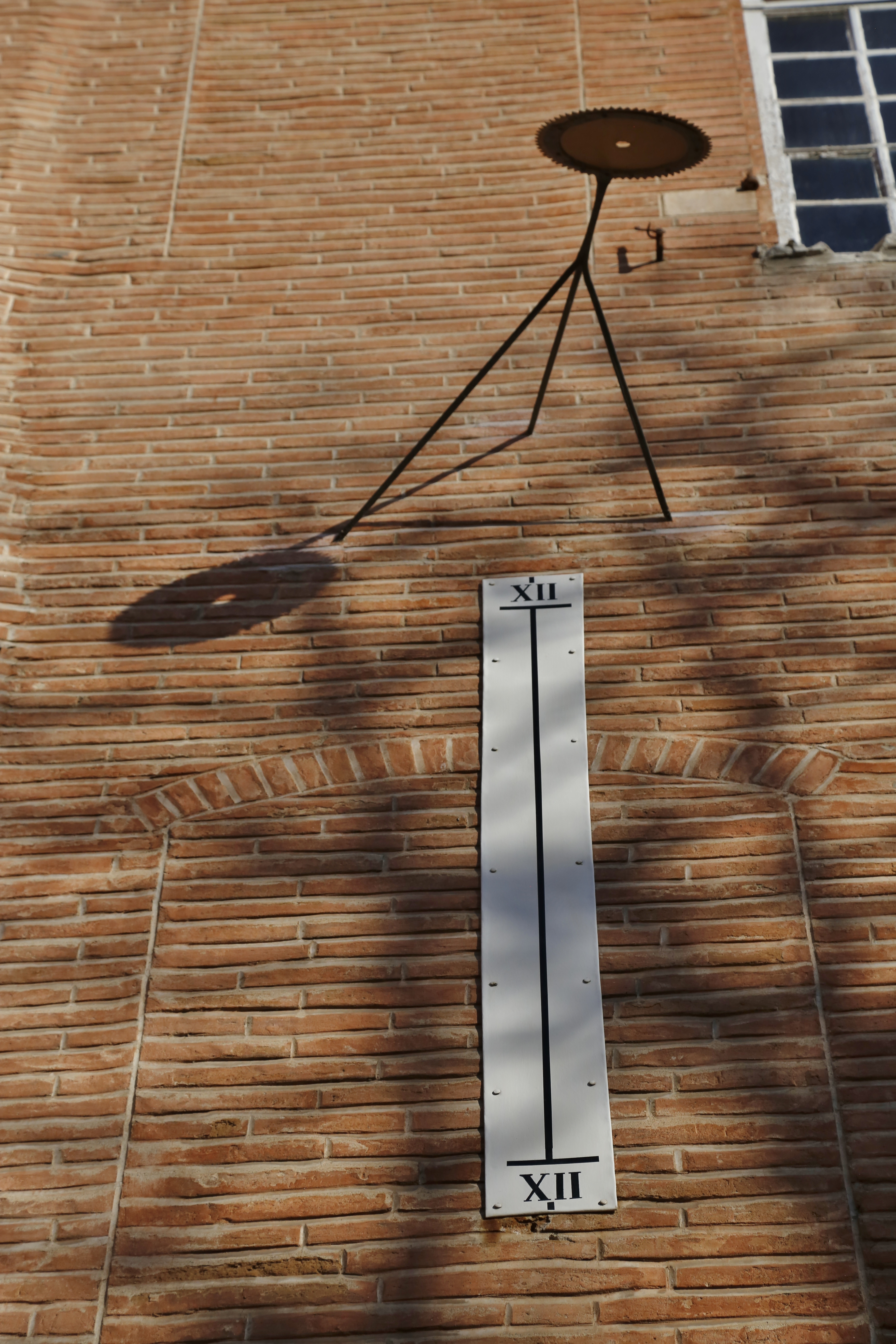
Avizard : Méridienne dans la cour.

### L'hôtel Dubourg
Adresse : 6 place Saintes-Scarbes. Non protégé MH.
Léonard Dubourg, sieur de Lapeyrouse, fait bâtir vers 1683 cet hôtel dont le projet est sans doute confié à Nicolas Buterne, architecte et ingénieur de la province de Languedoc. L'hôtel occupe l'angle nord de la place Saintes-Scarbes, au débouché de la rue Fermat, et Dubourg obtient d'empiéter sur la voie publique pour élargir le pan coupé. Il peut ainsi y installer un balcon, utile pour voir et être vu lors des processions et cortèges empruntant ce carrefour stratégique proche de la cathédrale. Cette travée double devient l'élément central de la composition et le portail monumental, construit précédemment, se trouve déporté sur la partie droite de la nouvelle façade.
L'hôtel a conservé son remarquable escalier mis en place en 1685 par le tailleur de pierre Jean Ayriès, connu pour ses travaux à l'Hôtel de Ville. Il est d'un type nouveau à Toulouse, qu'on ne trouve alors qu'au Capitole : ouvrant sur le vestibule, voûté d'arcs suspendus à clés pendantes, il ne dessert que le premier étage (appelé bel étage) ainsi que cela se fait dans les grands hôtels parisiens que construisent les François Mansart, Louis Le Vau ou Antoine Lepautre pour leur clientèle aristocratique.

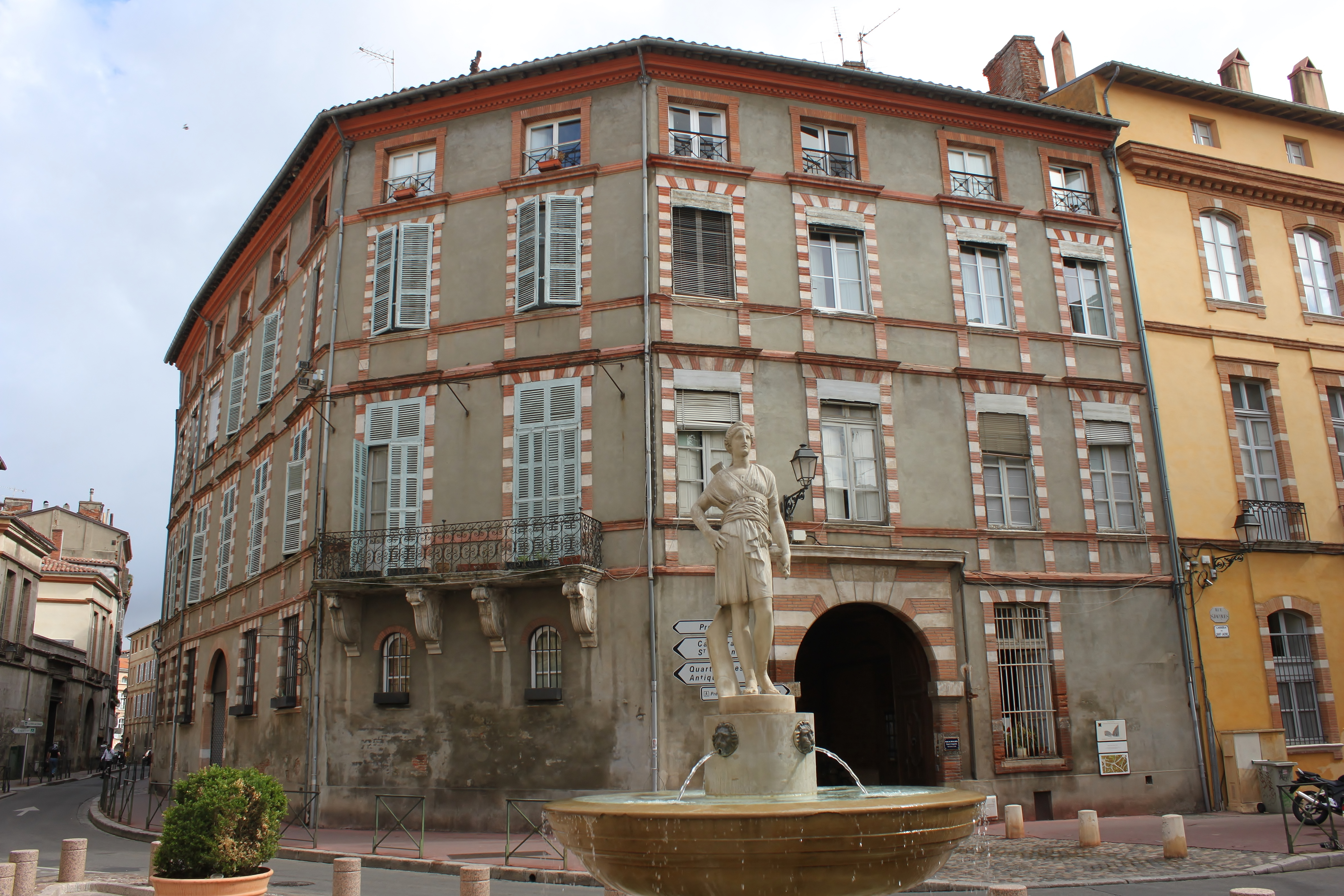
Hôtel Dubourg.
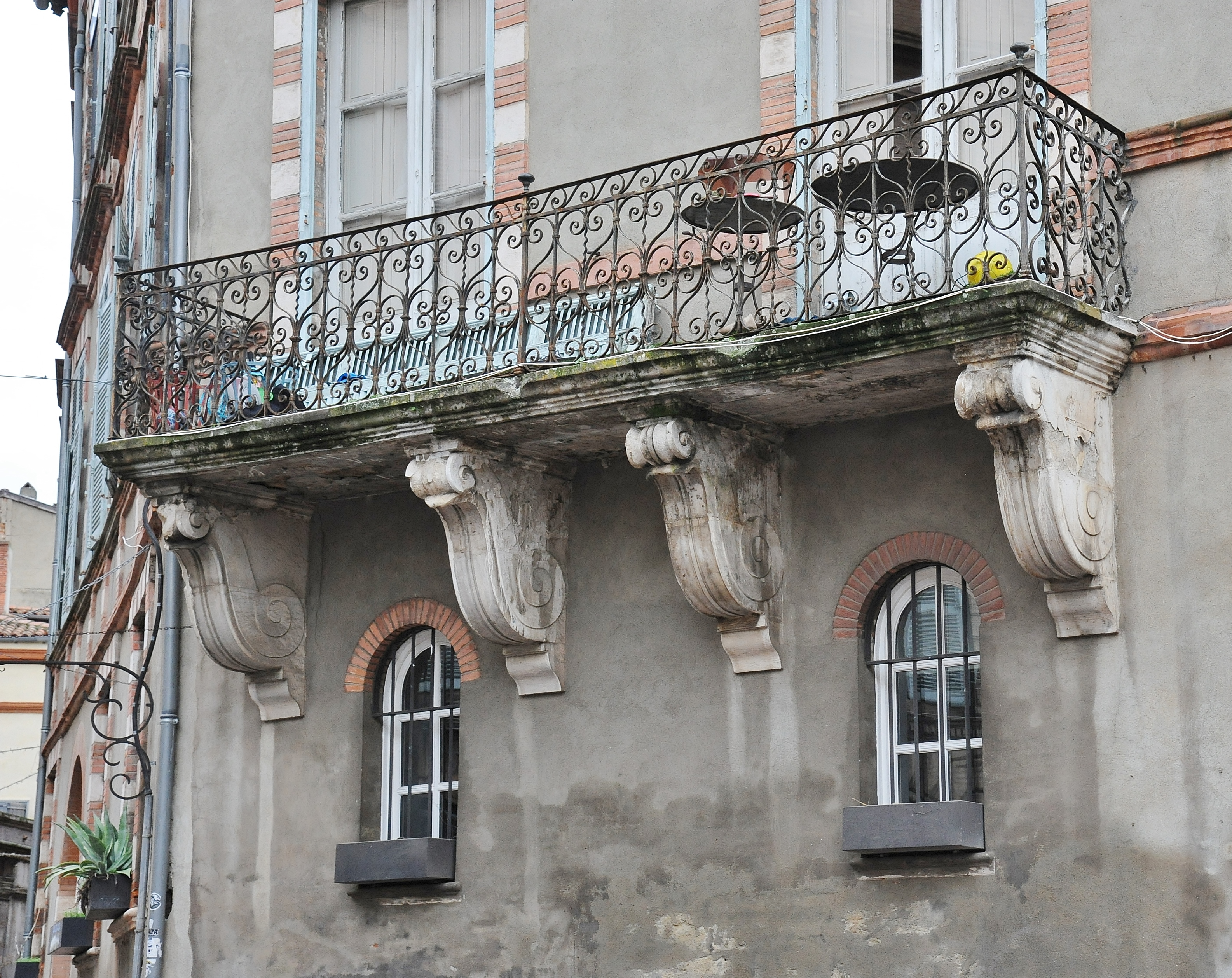
Dubourg : balcon.
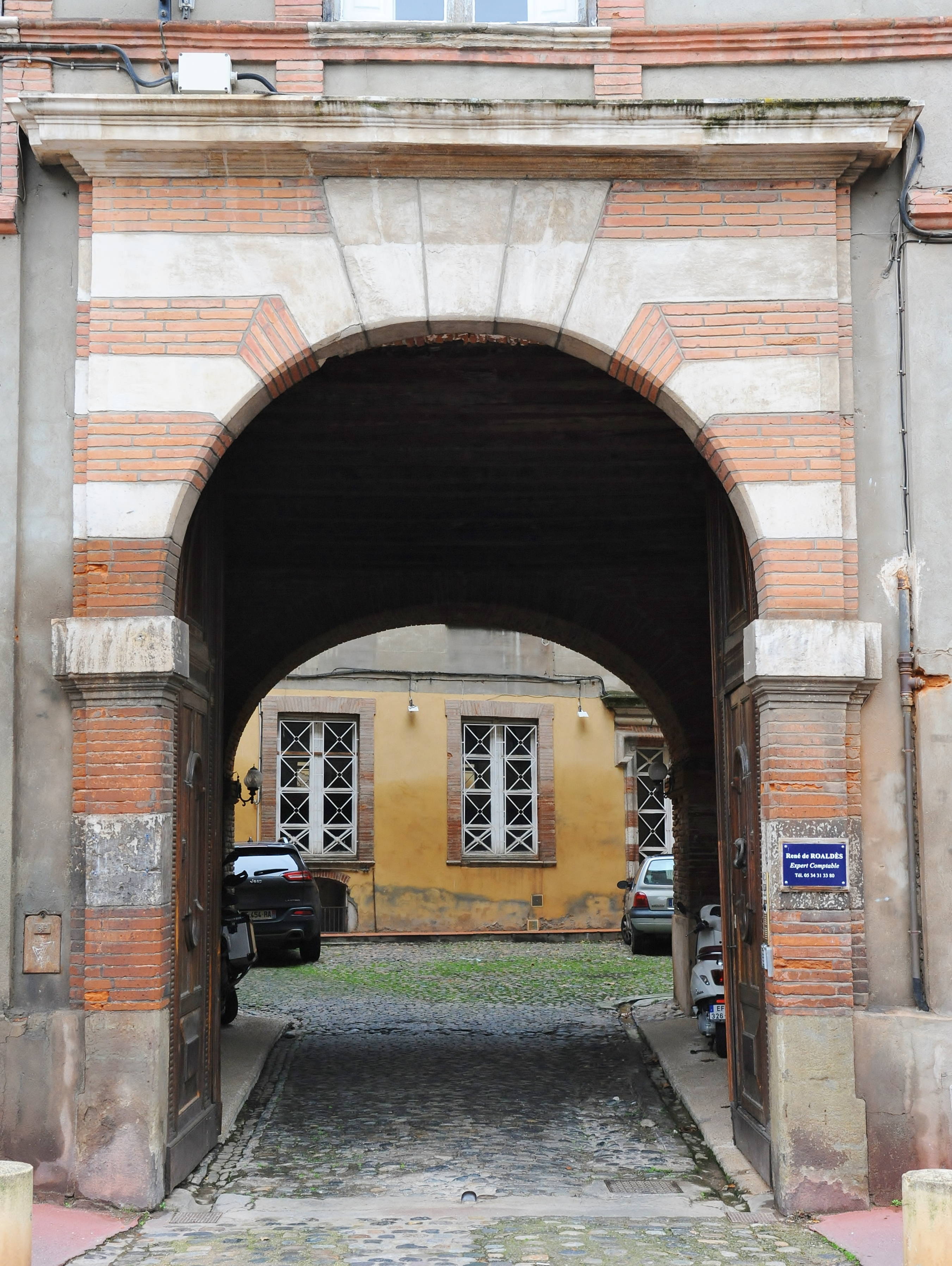
Dubourg : portail.
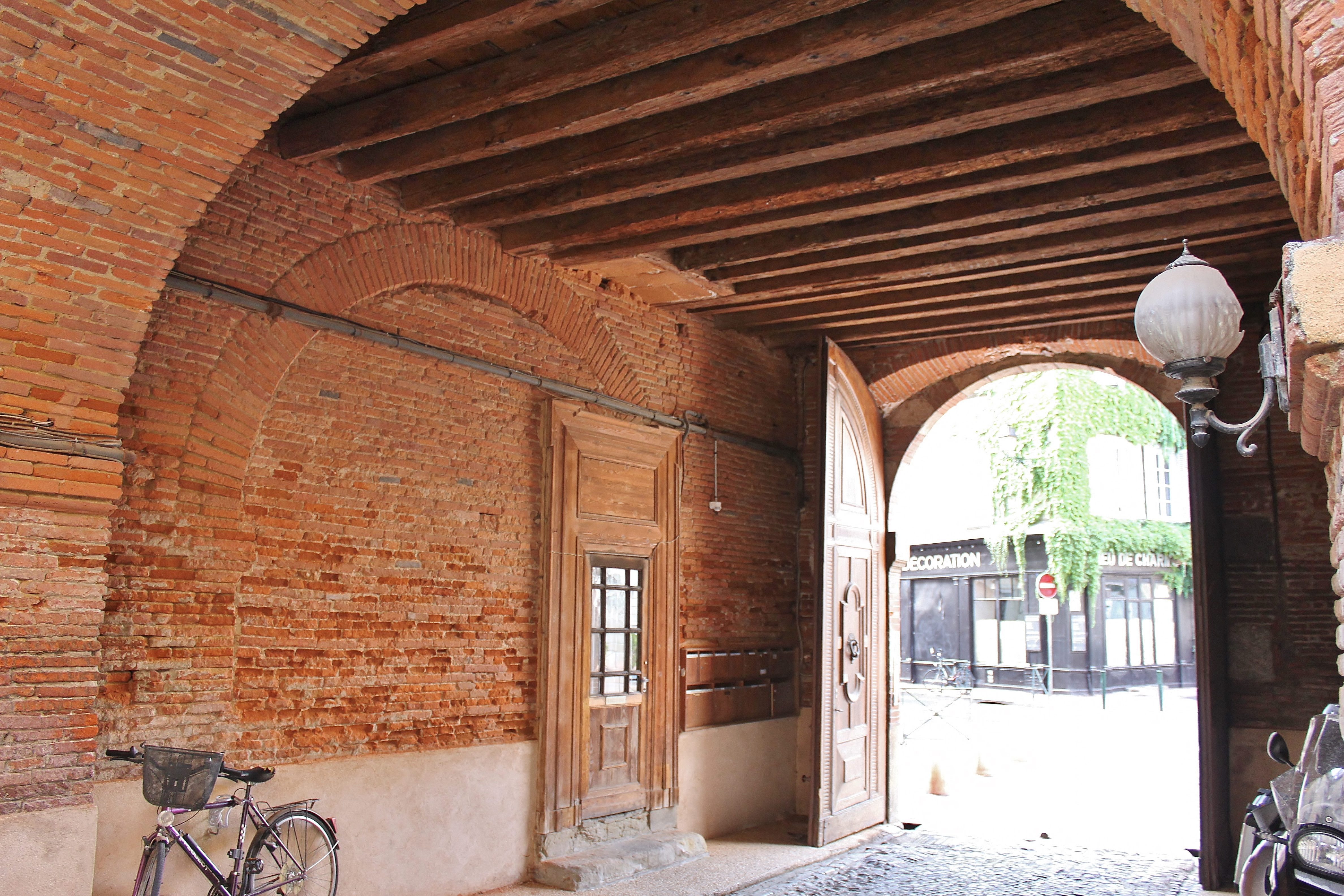
Dubourg : porche.
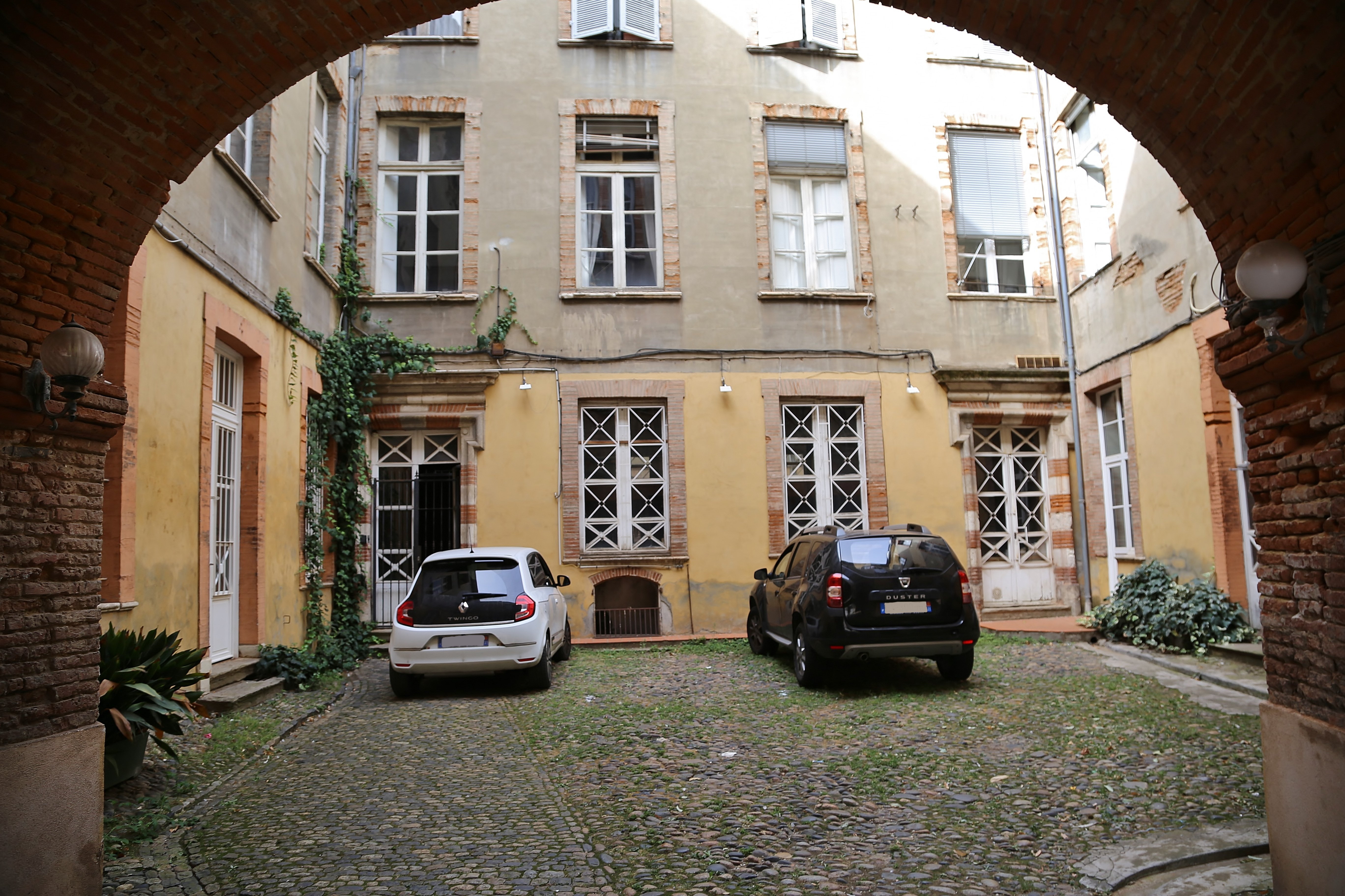
Dubourg : cour.
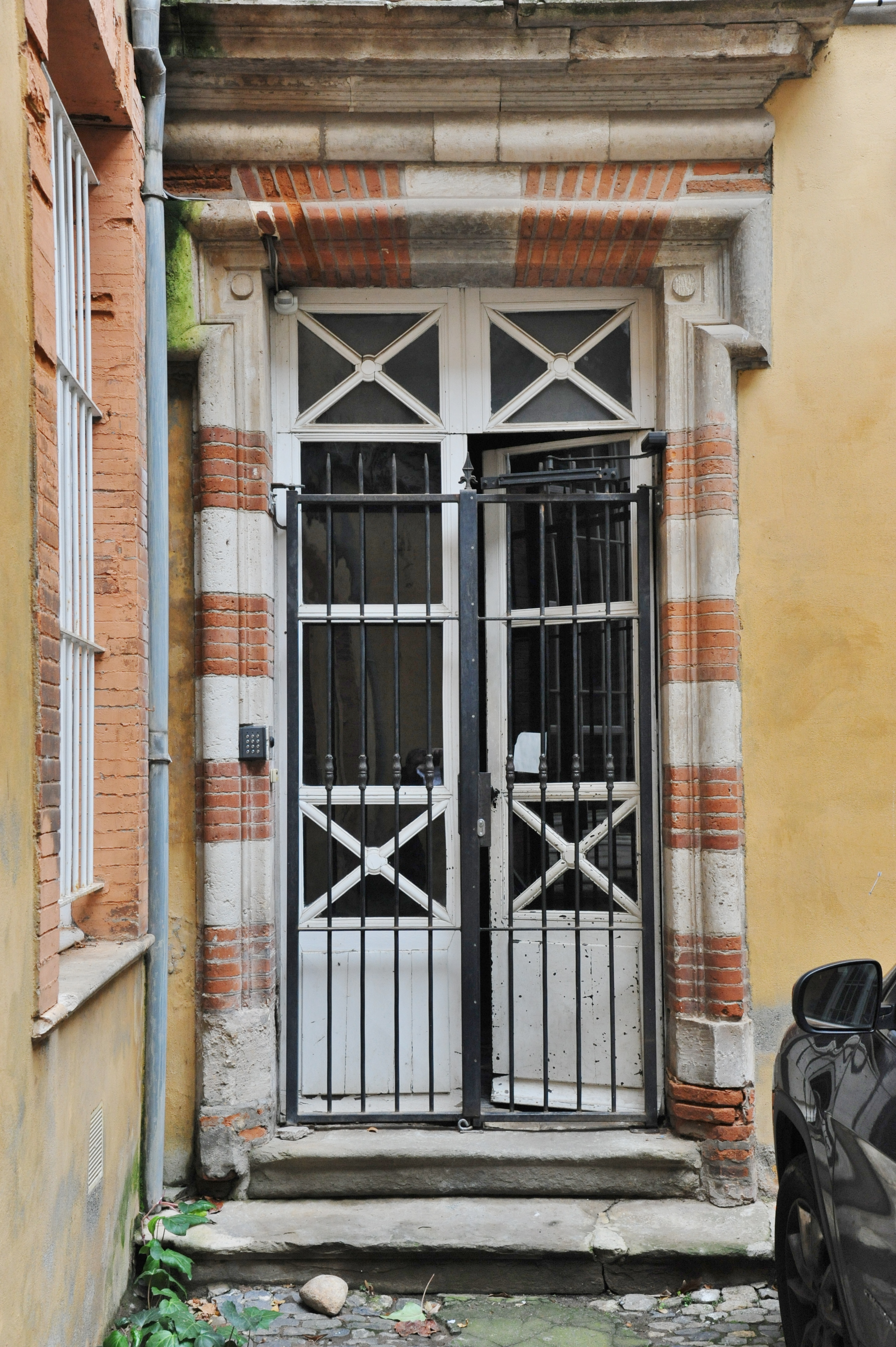
Dubourg : porte dans la cour.
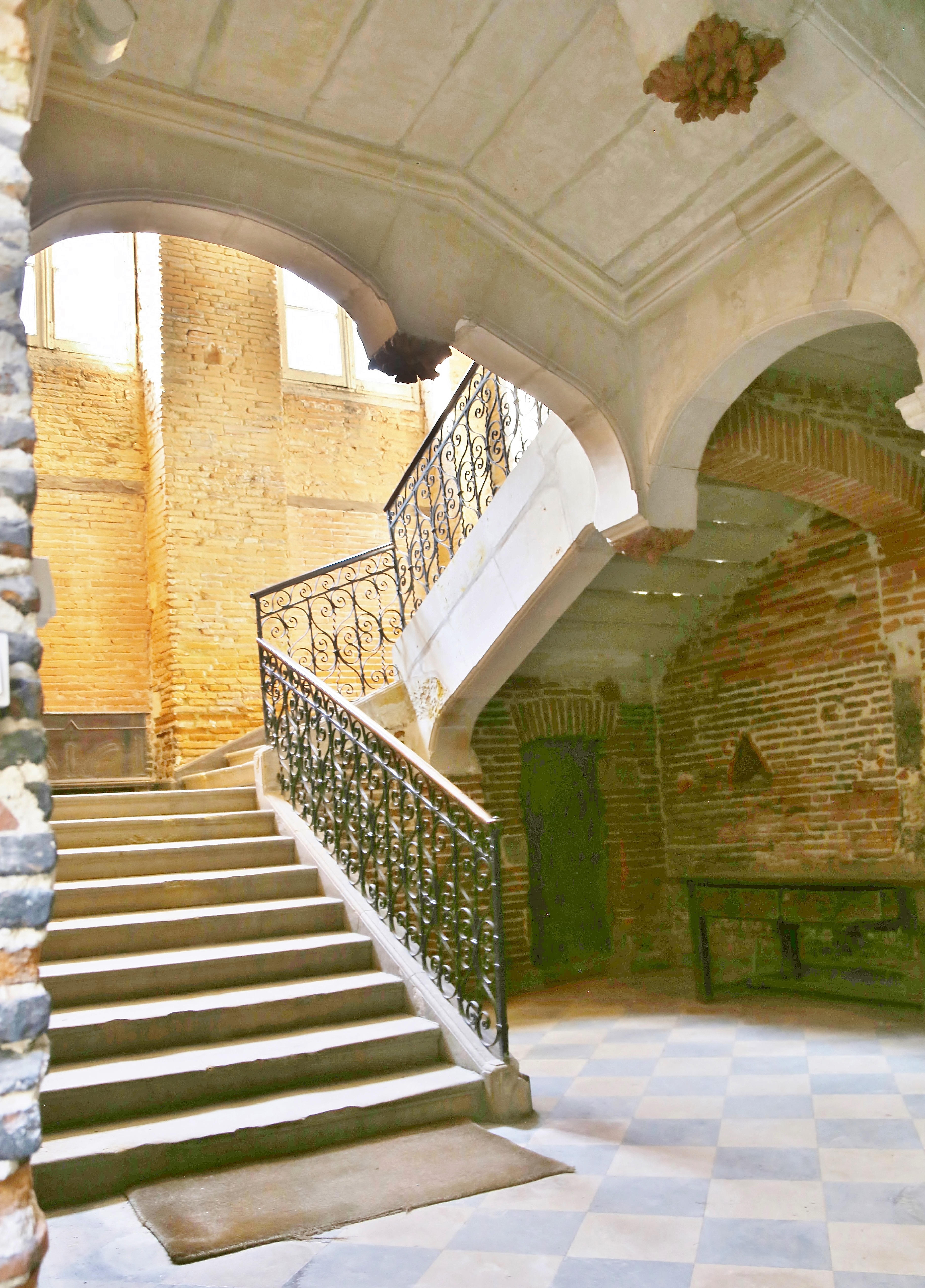
Hôtel Dubourg : vestibule.
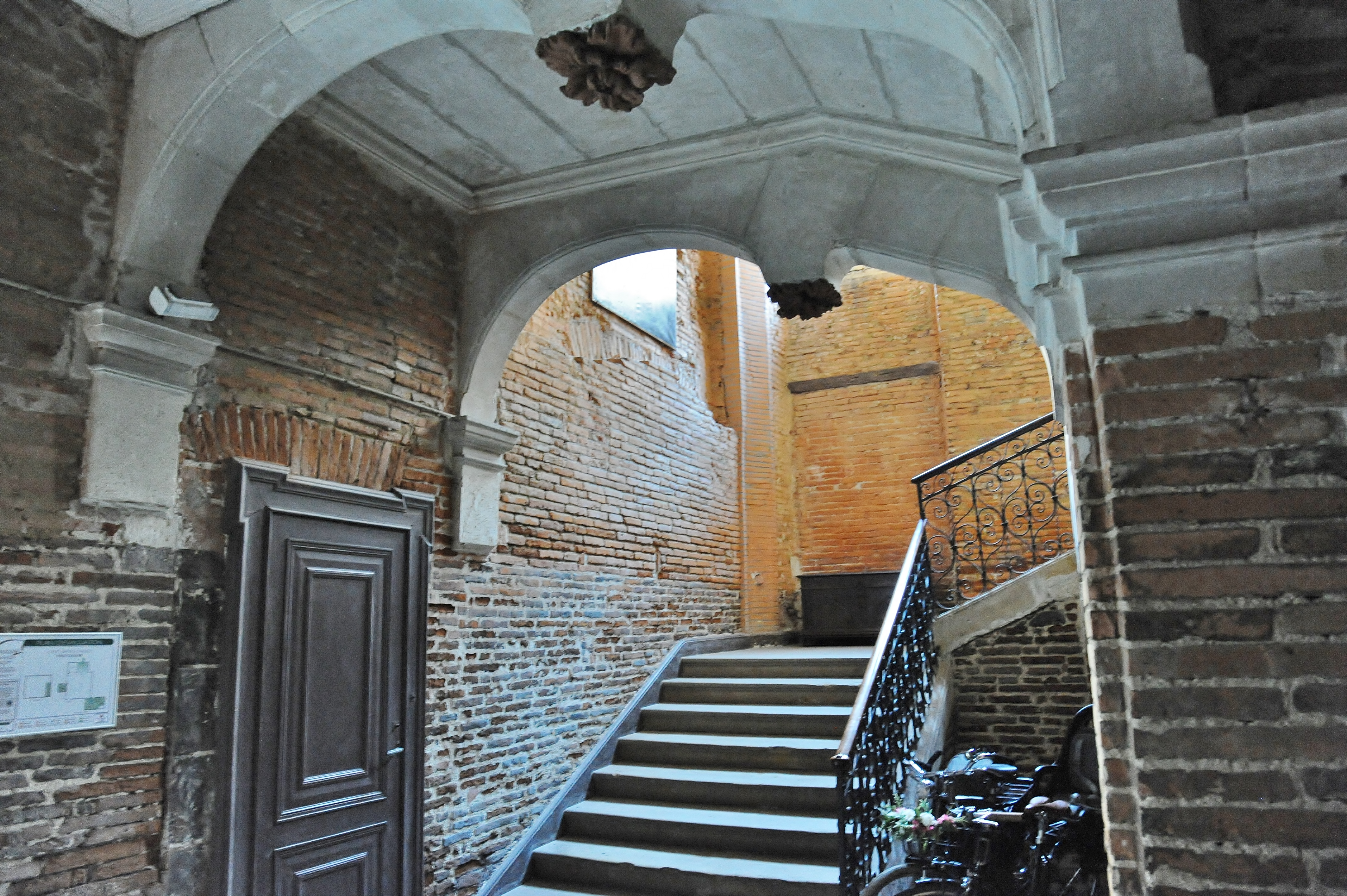
Dubourg : escalier et clés pendantes.
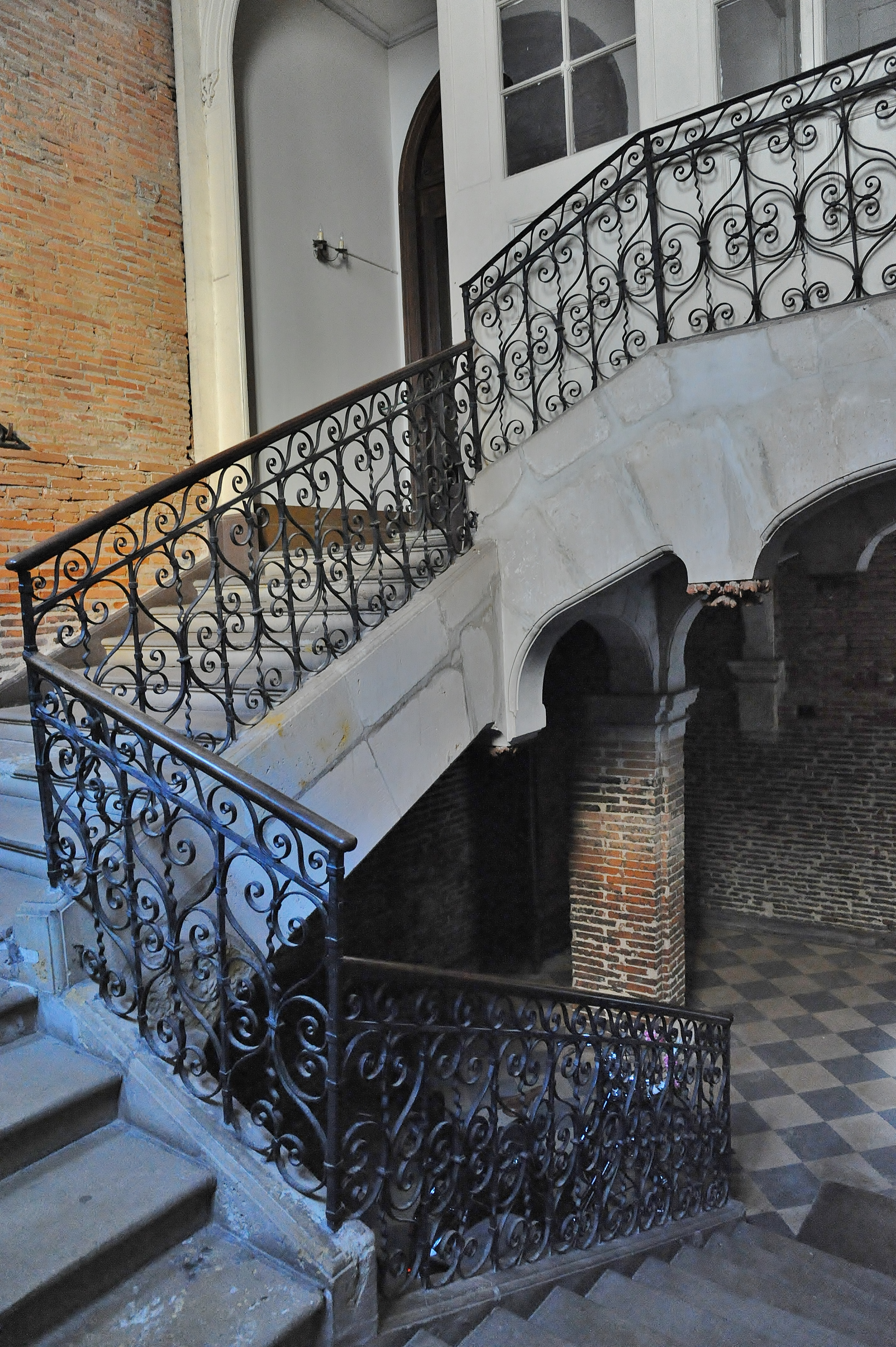
Dubourg : escalier.

### L'hôtel Saint-Jean
Adresse : 32 rue de la Dalbade. Classé MH.
L'hôtel du Grand Prieur de l'ordre des chevaliers de Saint-Jean de Jérusalem, appelé aussi ordre des Hospitaliers, est l'exemple le plus manifeste des liens que Toulouse entretient avec l'Italie au XVIIe siècle. Le Grand prieuré de Toulouse, l'un des deux grands prieurés de la langue de Provence, était à la tête de trente-cinq commanderies réparties dans tout le sud-ouest. Sur l'emplacement de l'établissement médiéval (dont il reste des vestiges), le Grand Prieur Paul-Antoine de Robin-Graveson confie en 1668 la construction du nouvel hôtel à l'architecte Jean-Pierre Rivalz. Ce dernier, qui avait séjourné plusieurs années à Rome, s'inspire du palais Chigi Aldobrandini pour la solennelle façade sur rue. Les fenêtres s'organisent en neuf travées sur deux étages, celles du premier sont surmontées de frontons alternativement curvilignes et triangulaires. Entre les fenêtres sont sculptées des merlettes marines, motif héraldique des chevaliers hospitaliers.
Un porche voûté en berceau, d'une ampleur inédite à Toulouse, ouvre côté cour sur une galerie voûtée par trois baies inégales, dont celle du centre sert pour le passage des carrosses. La façade sur la grande cour, formée de cinq larges baies, d'ordre dorique au rez-de-chaussée et d'ordre ionique à l'étage, reprend un type de galerie distributive que l'on trouve dans les grands collèges romains.
Au premier étage le salon de réception s'ouvre sur la rue et la galerie, son très riche ameublement provenait de Malte, de même que les tableaux, tapis de Turquie, tapisseries et l'argenterie meublant l'appartement du prieur.

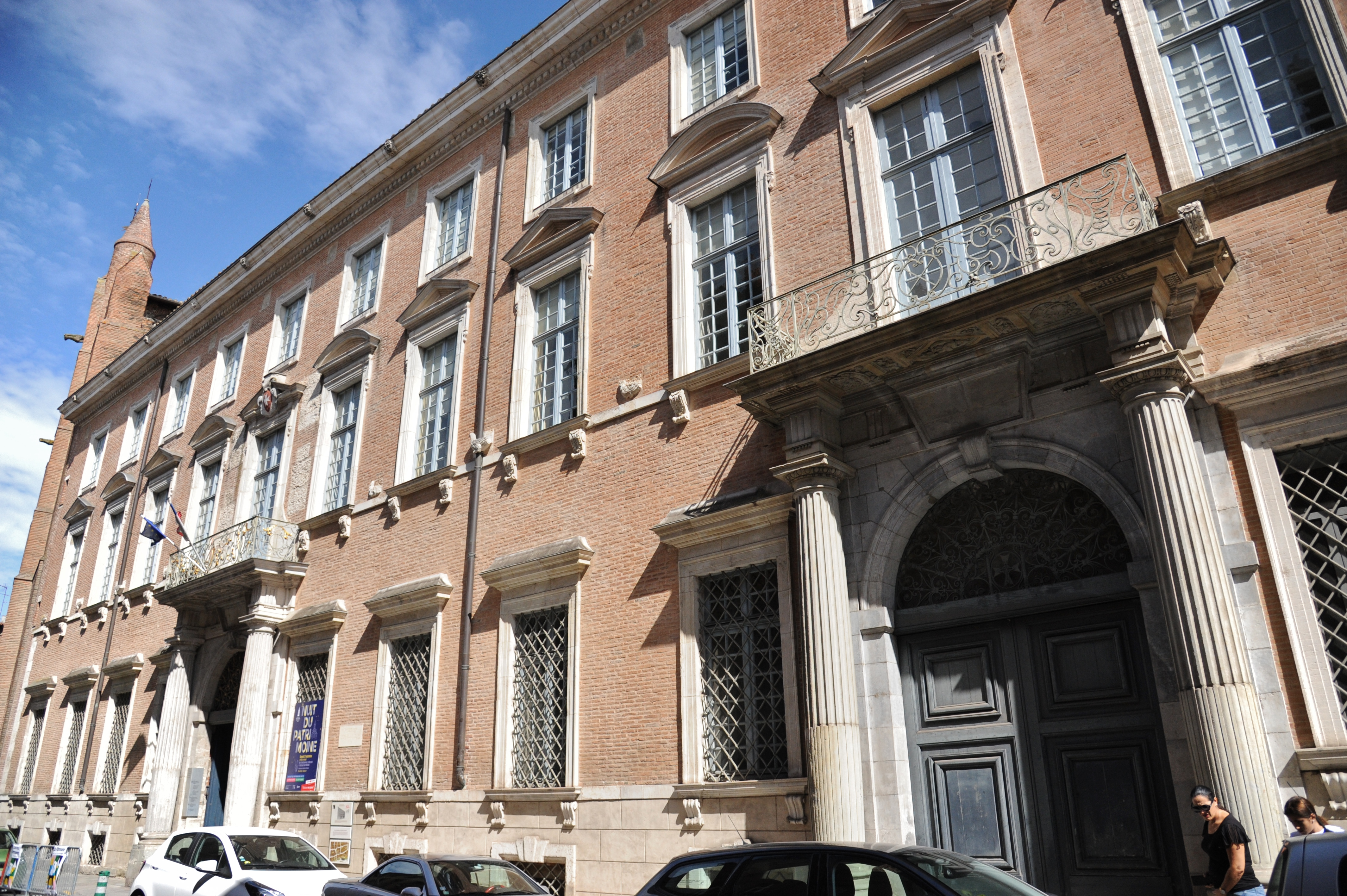
Hôtel Saint-Jean.
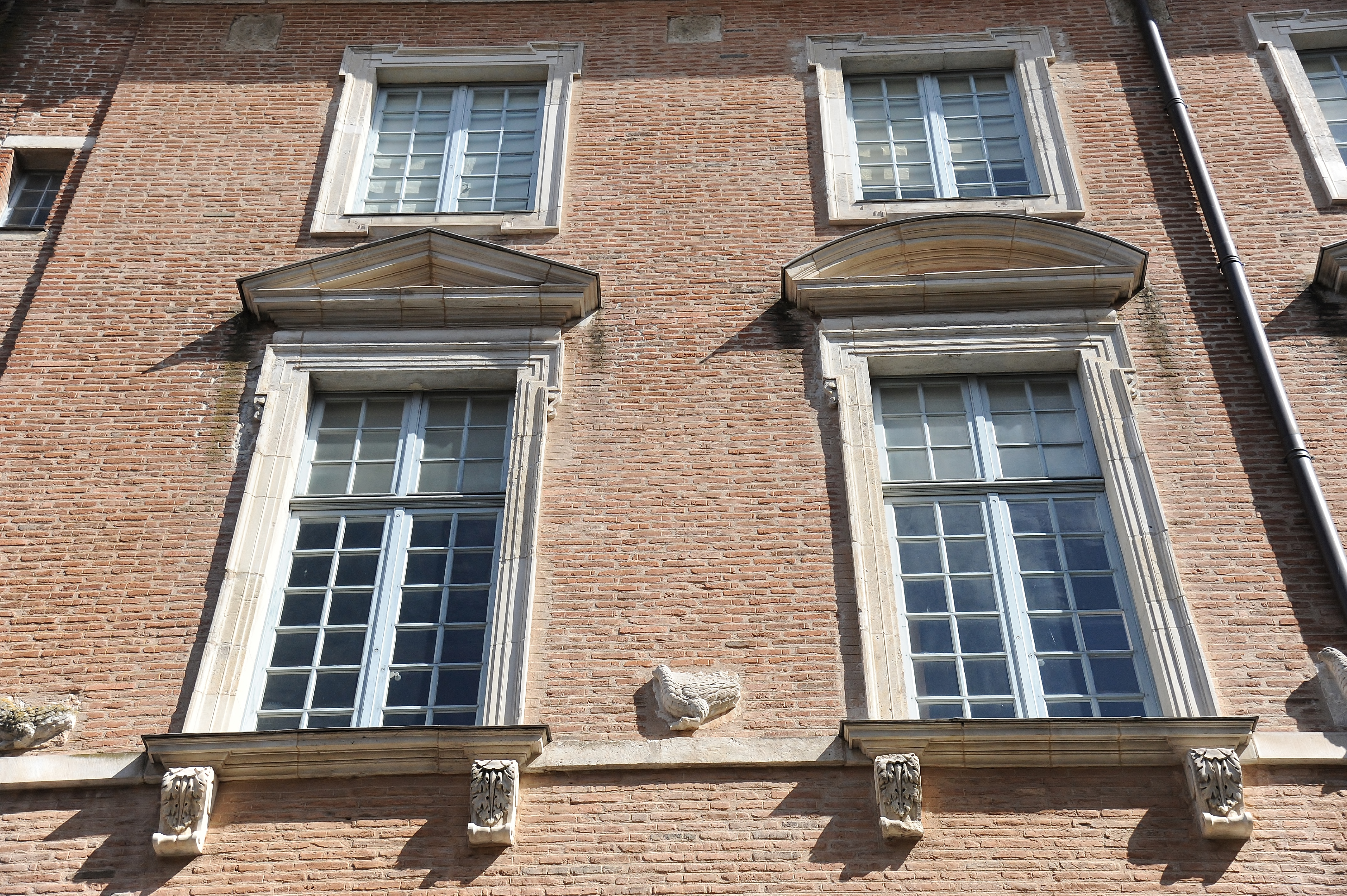
Saint-Jean : fenêtres de la façade.
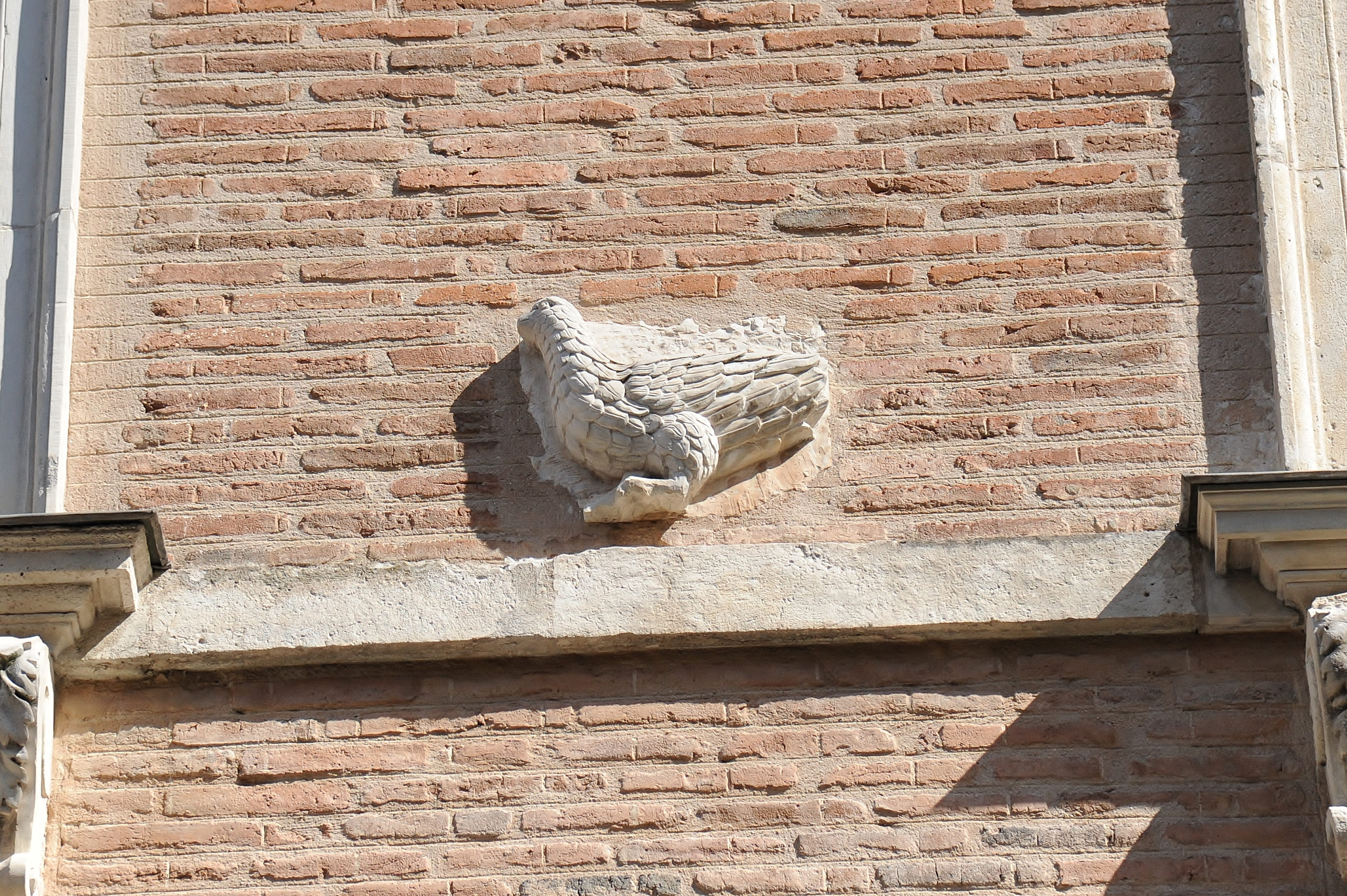
Saint-Jean : merlette héraldique.
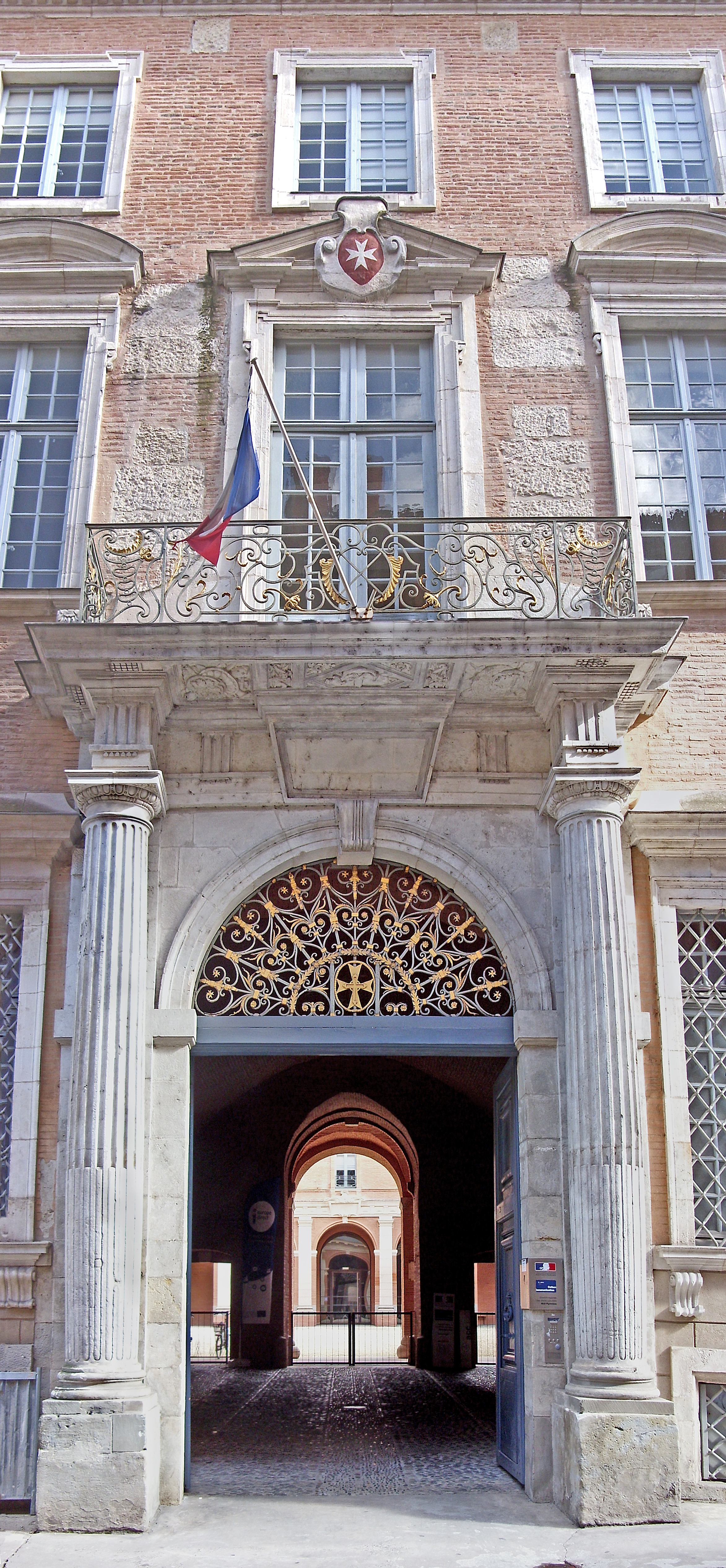
Saint-Jean : portail.
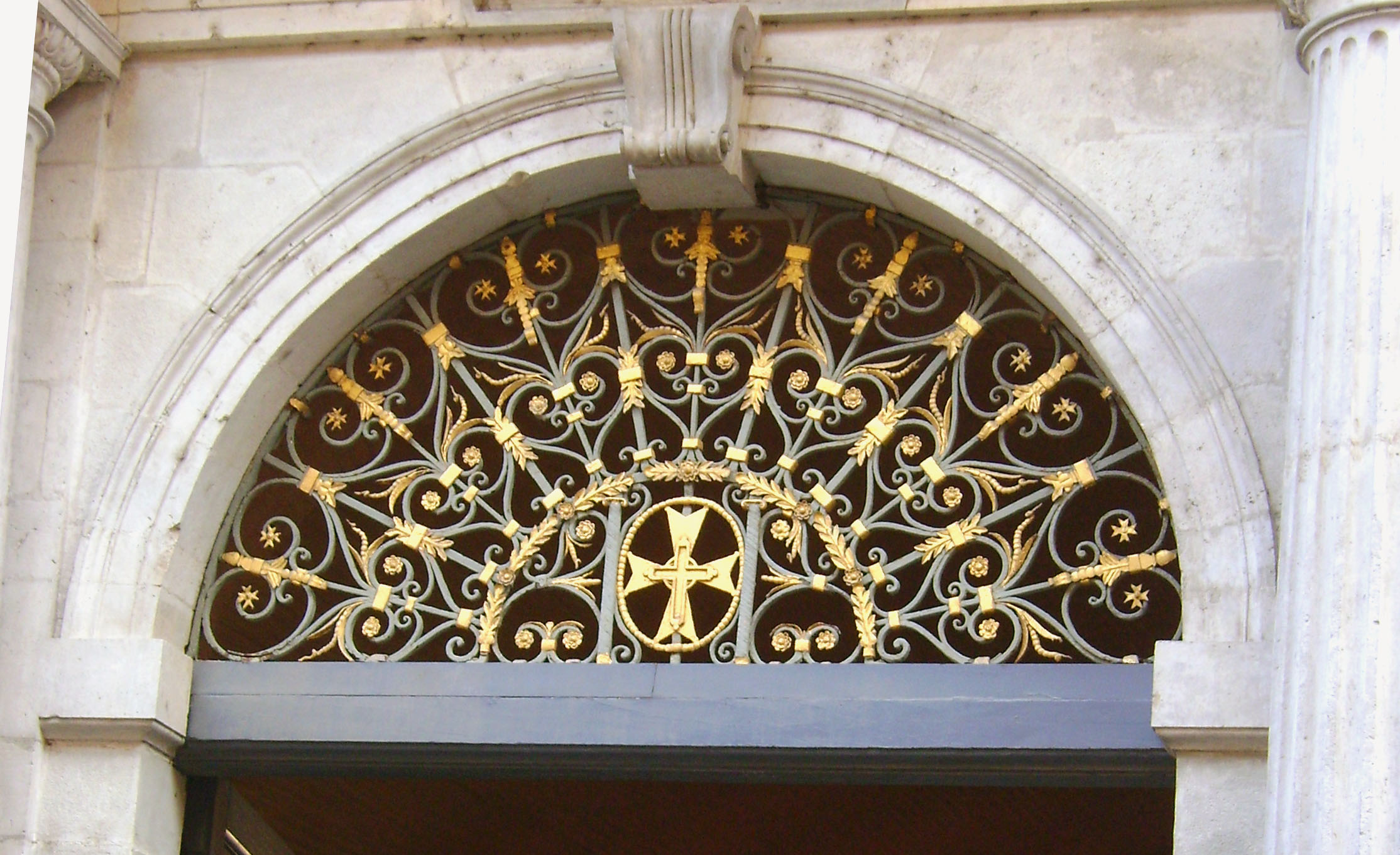
Saint-Jean : imposte du portail avec la croix de Malte.
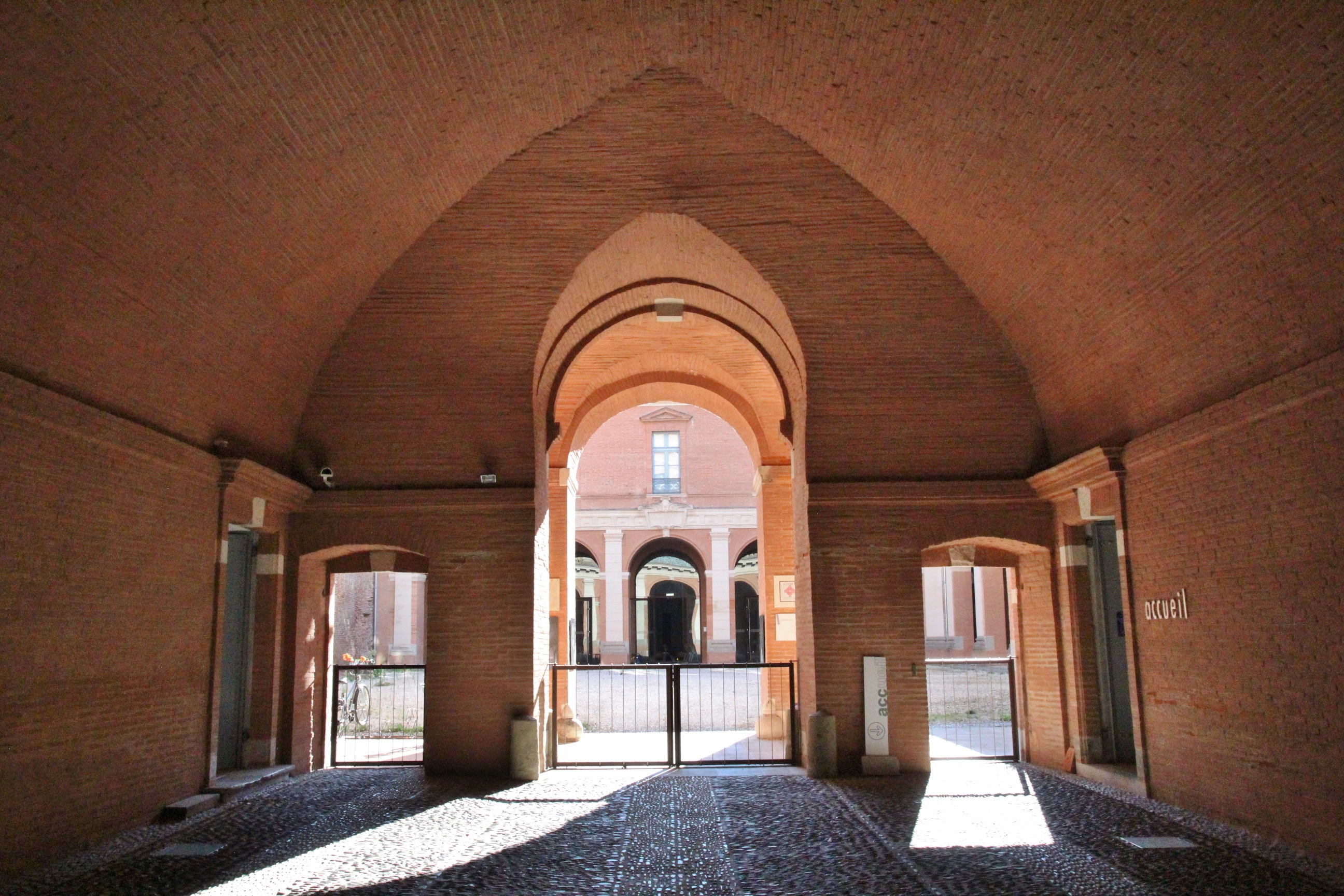
Saint-Jean : vestibule central (porche).
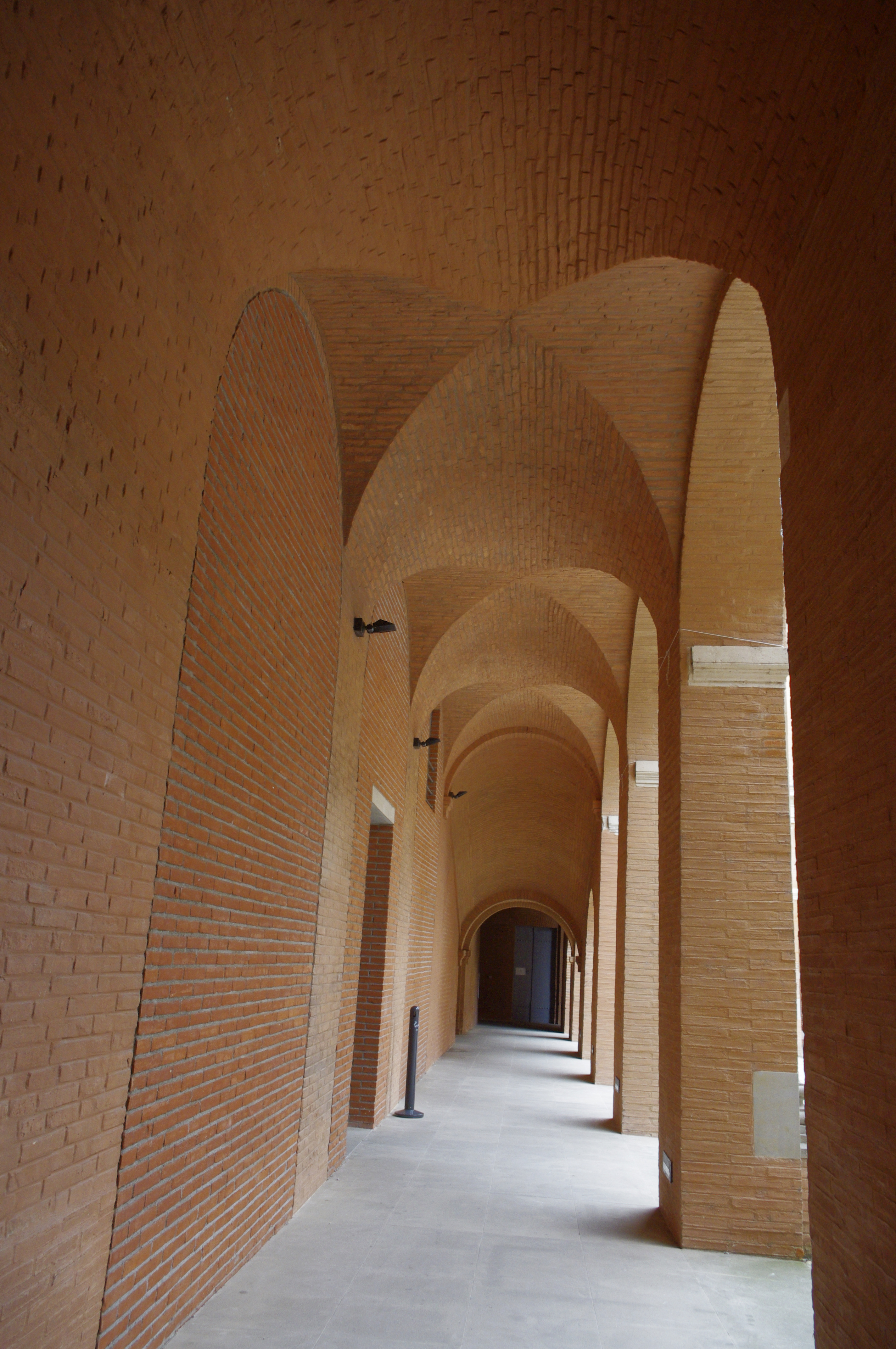
Saint-Jean : galerie à arcades dans la cour.
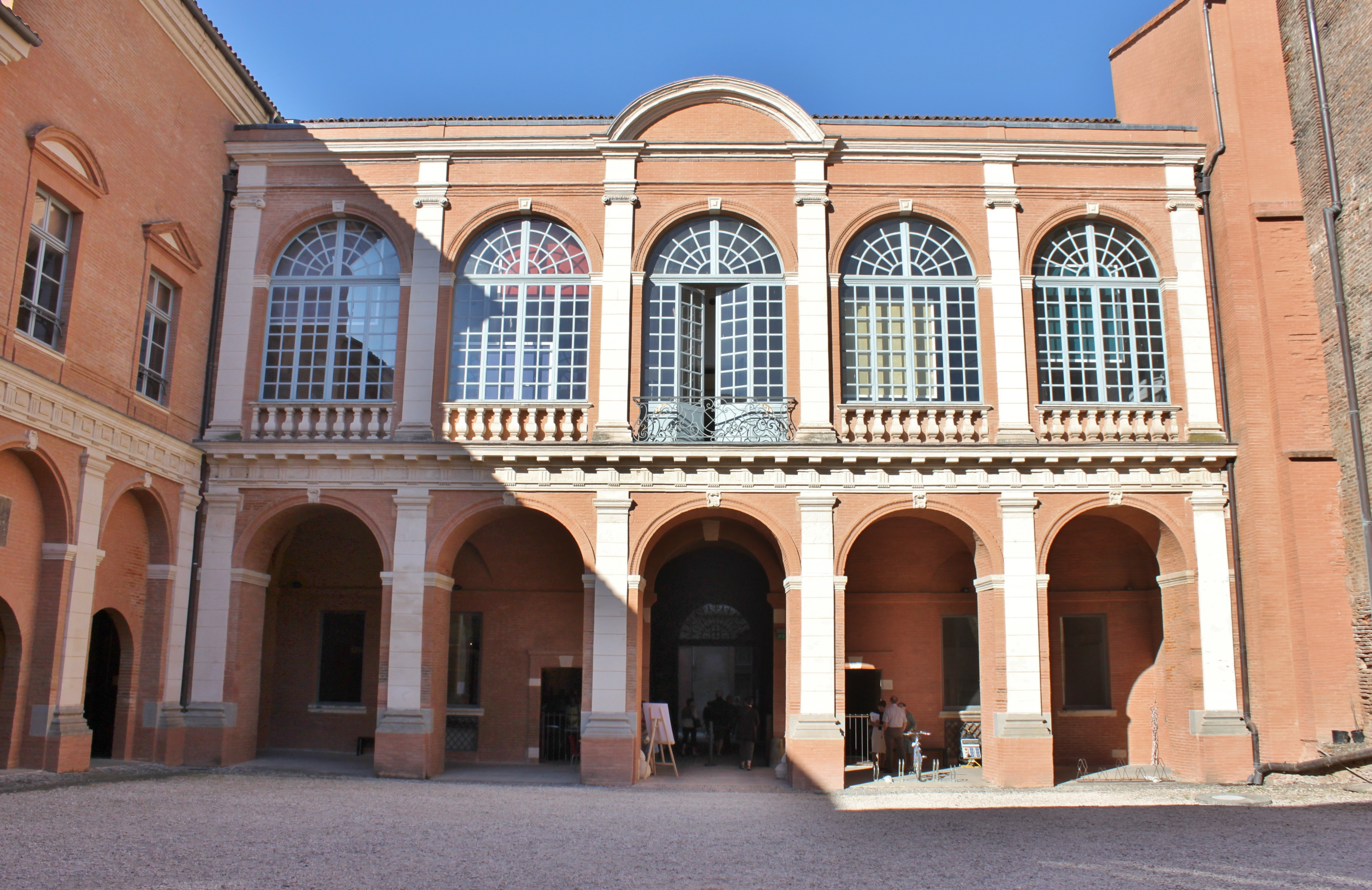
Saint-Jean : façade sur cour.
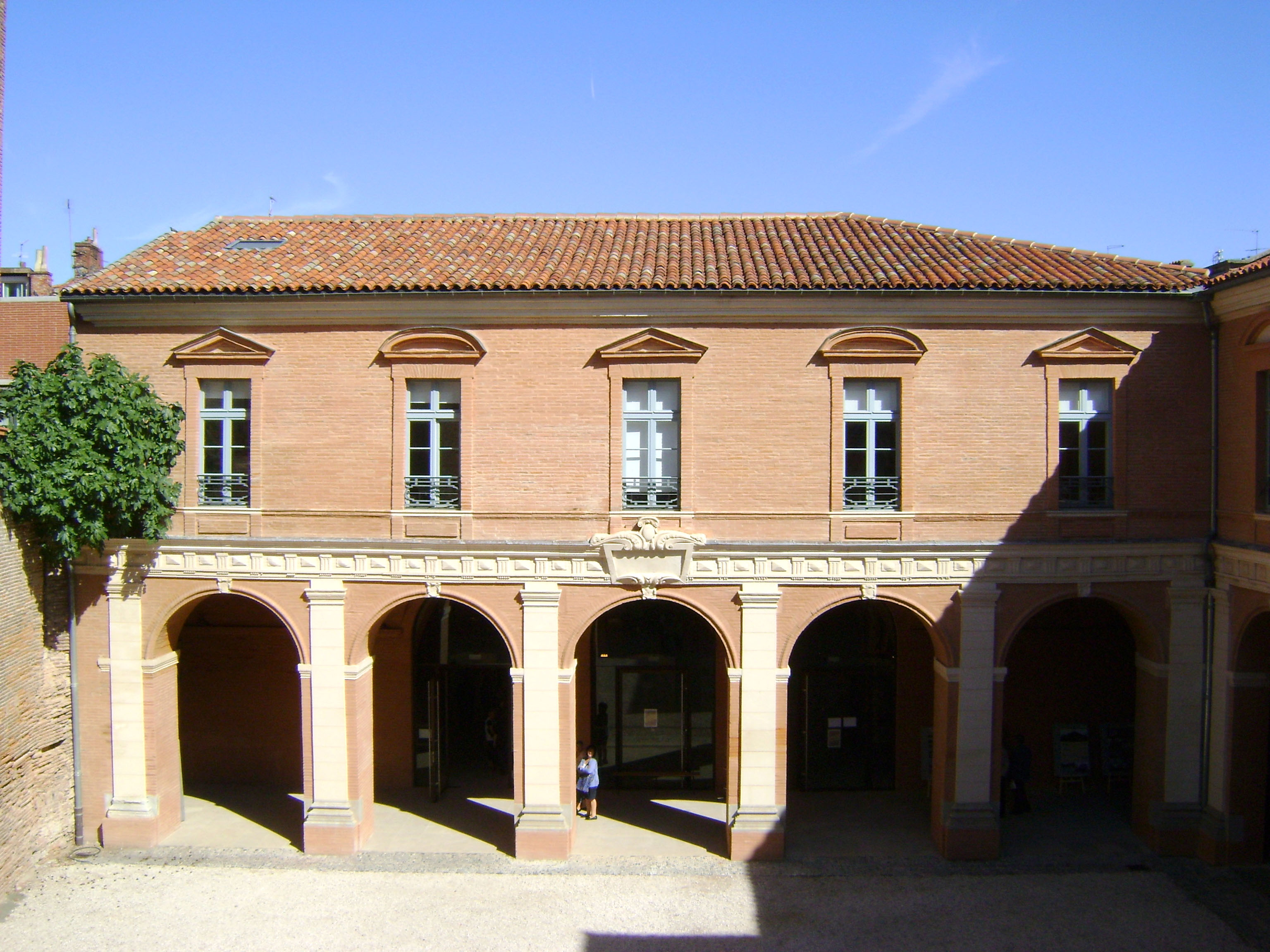
Saint-Jean : cour.
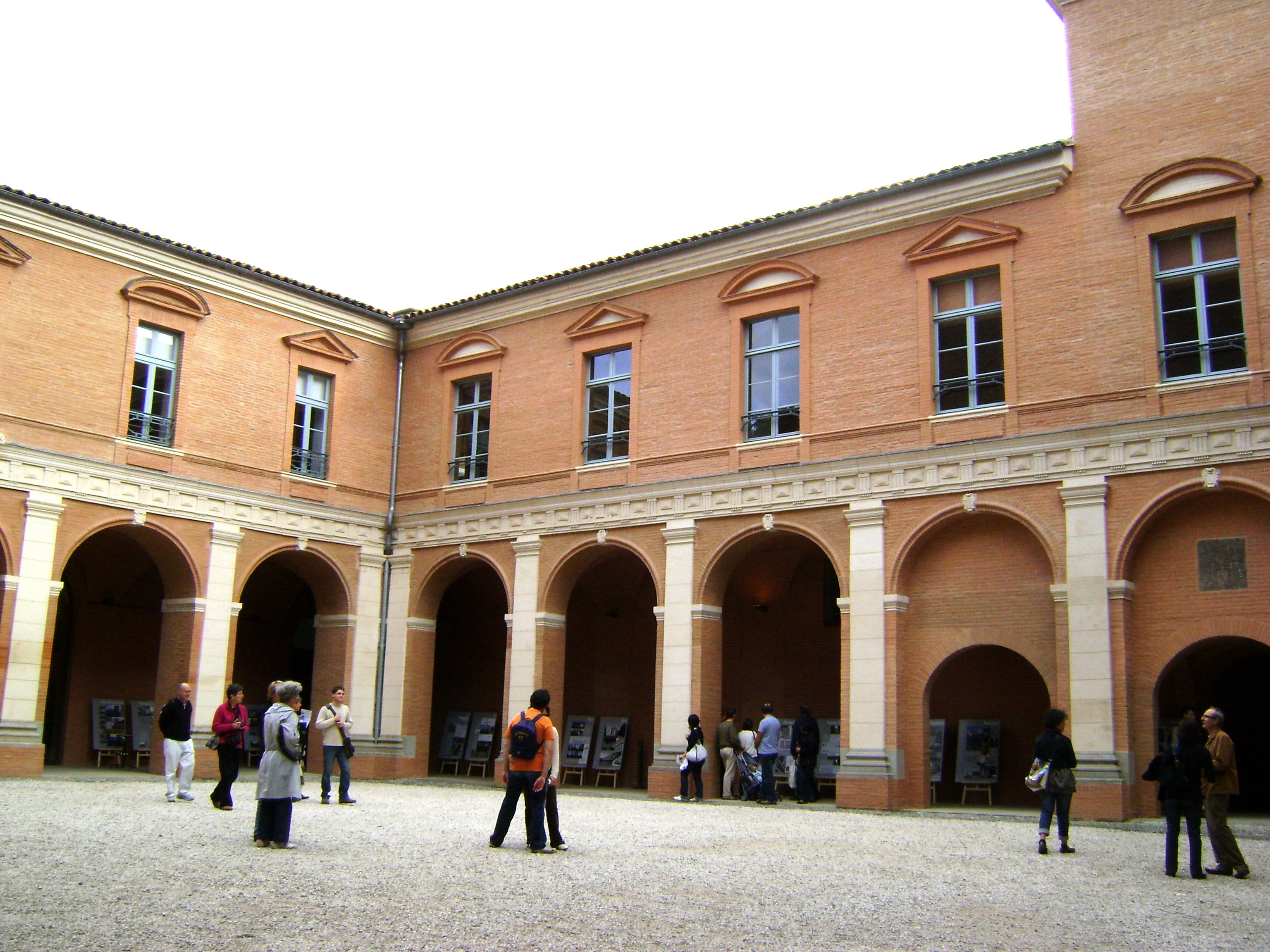
Saint-Jean : cour.
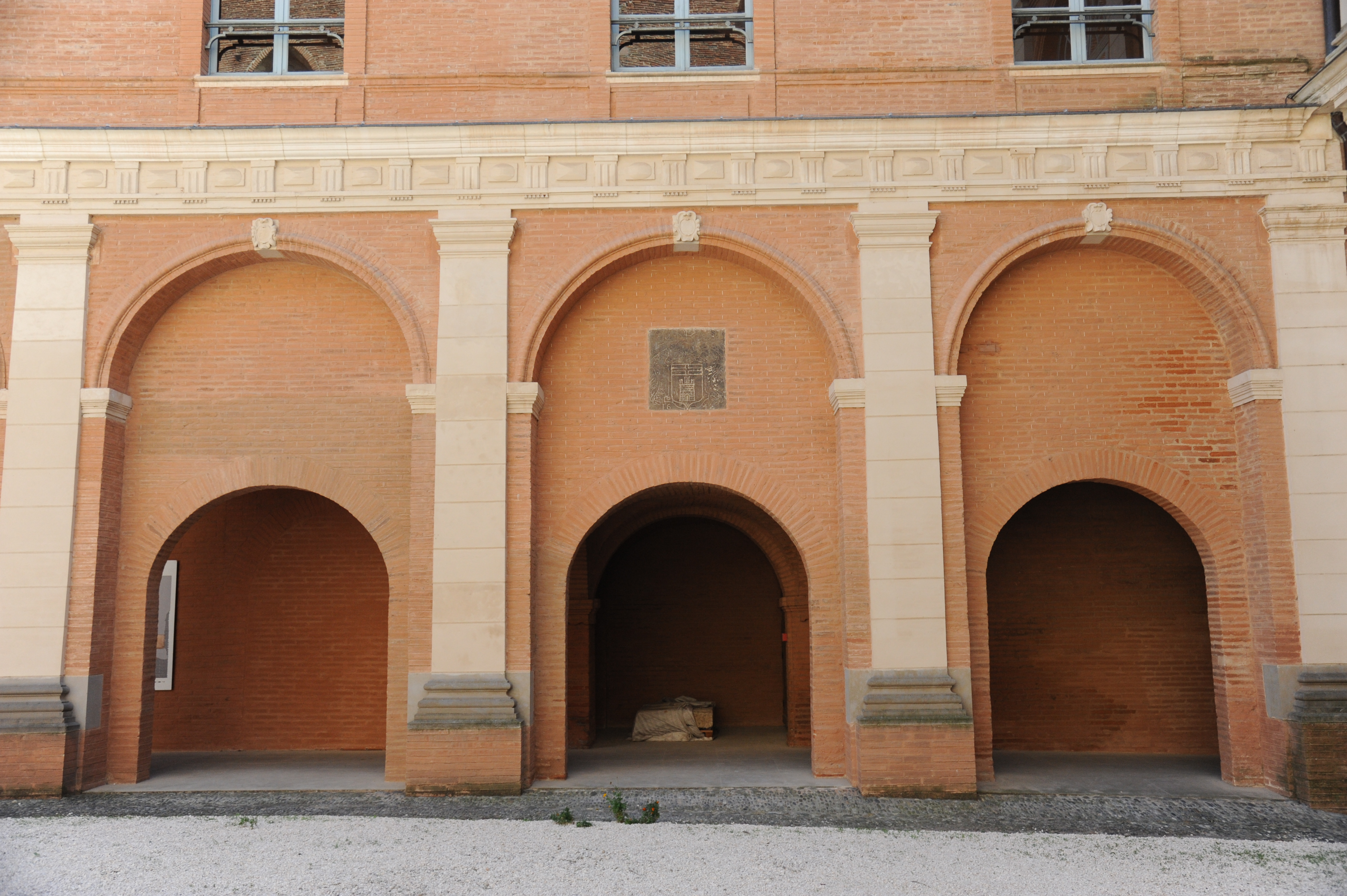
Saint-Jean : arcades dans la cour.
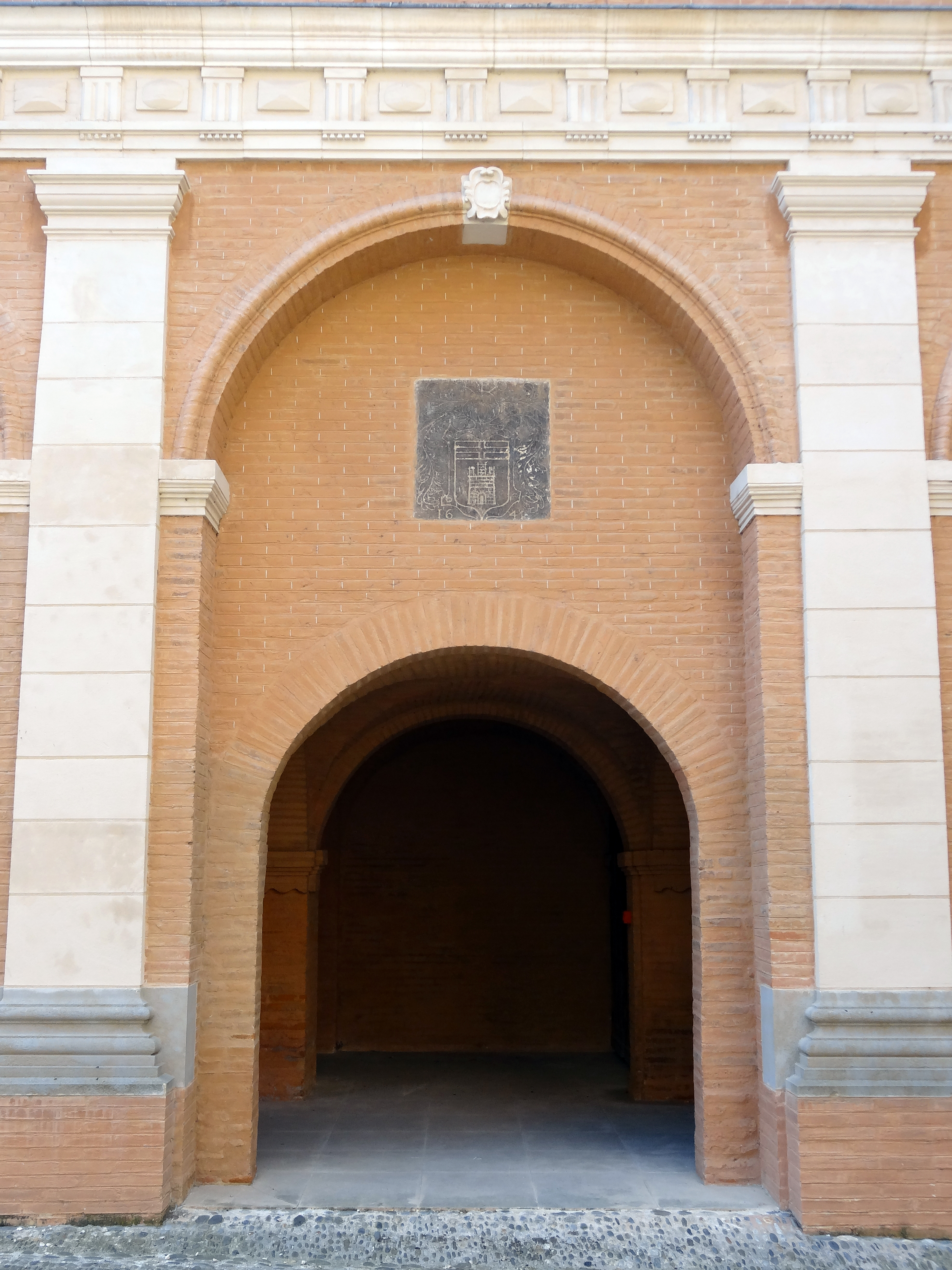
Saint-Jean : arcade.
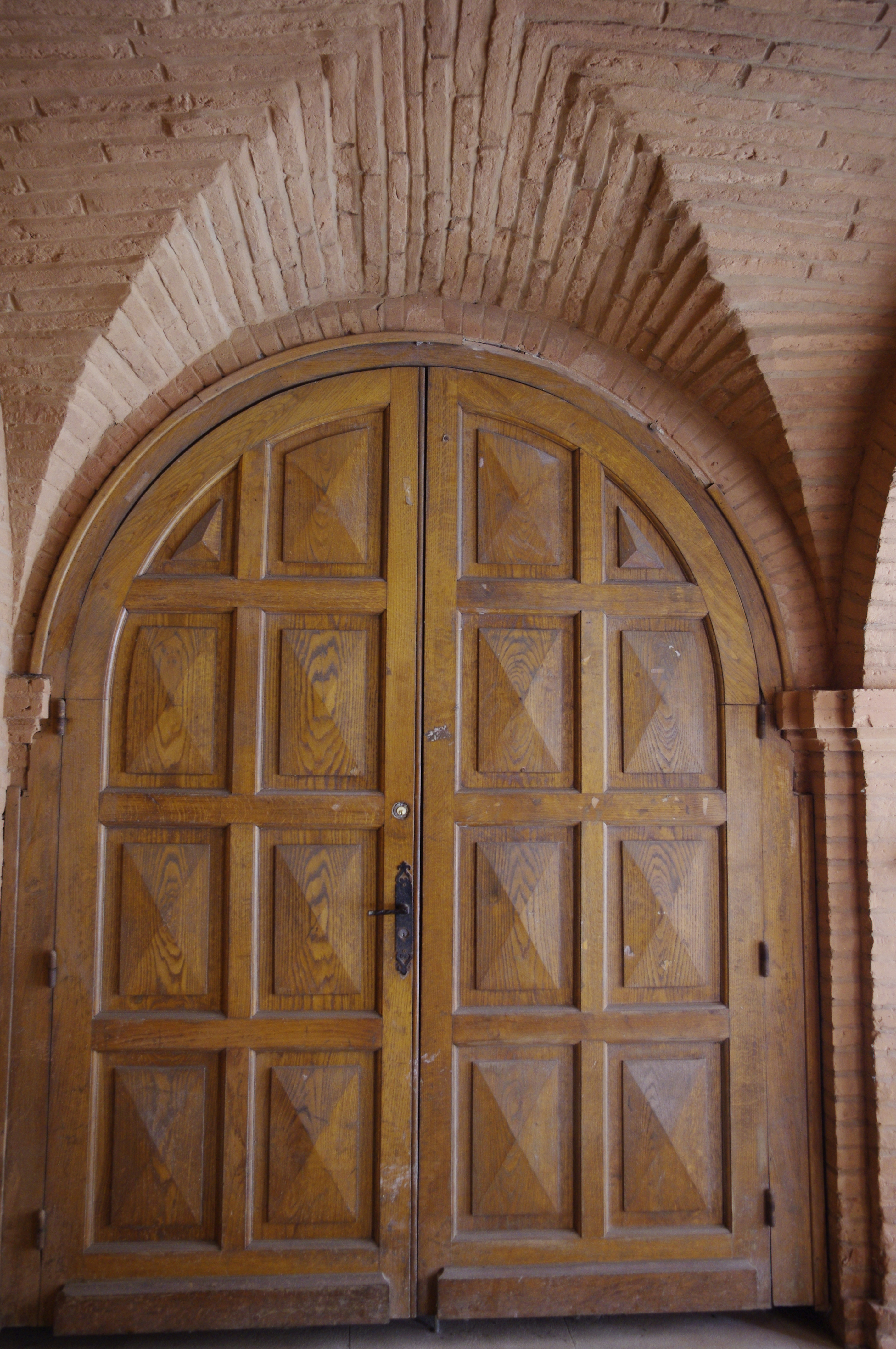
Saint-Jean : porte.
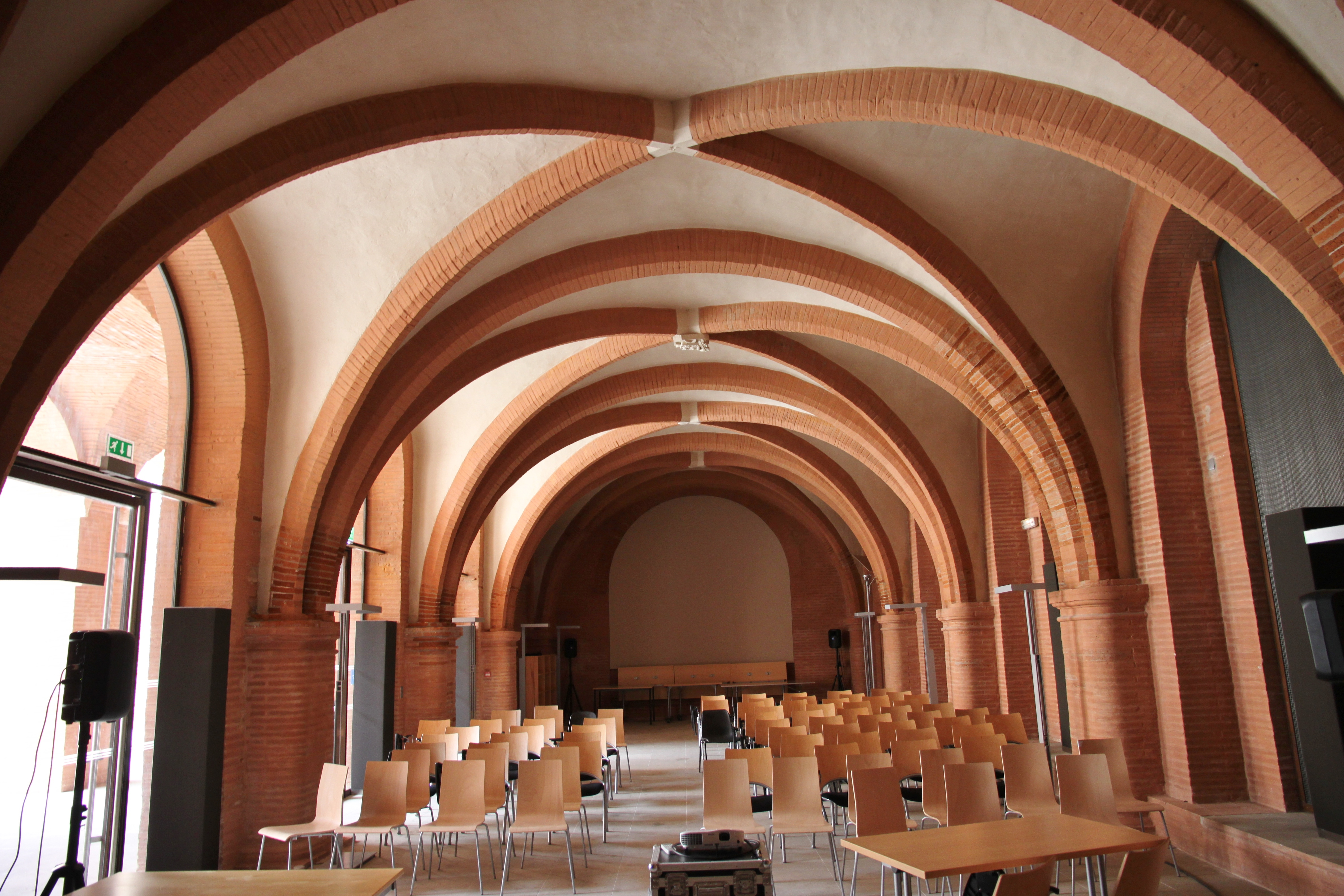
Saint-Jean : grande salle sur croisées d'ogives, reconvertie plus tard en écurie.
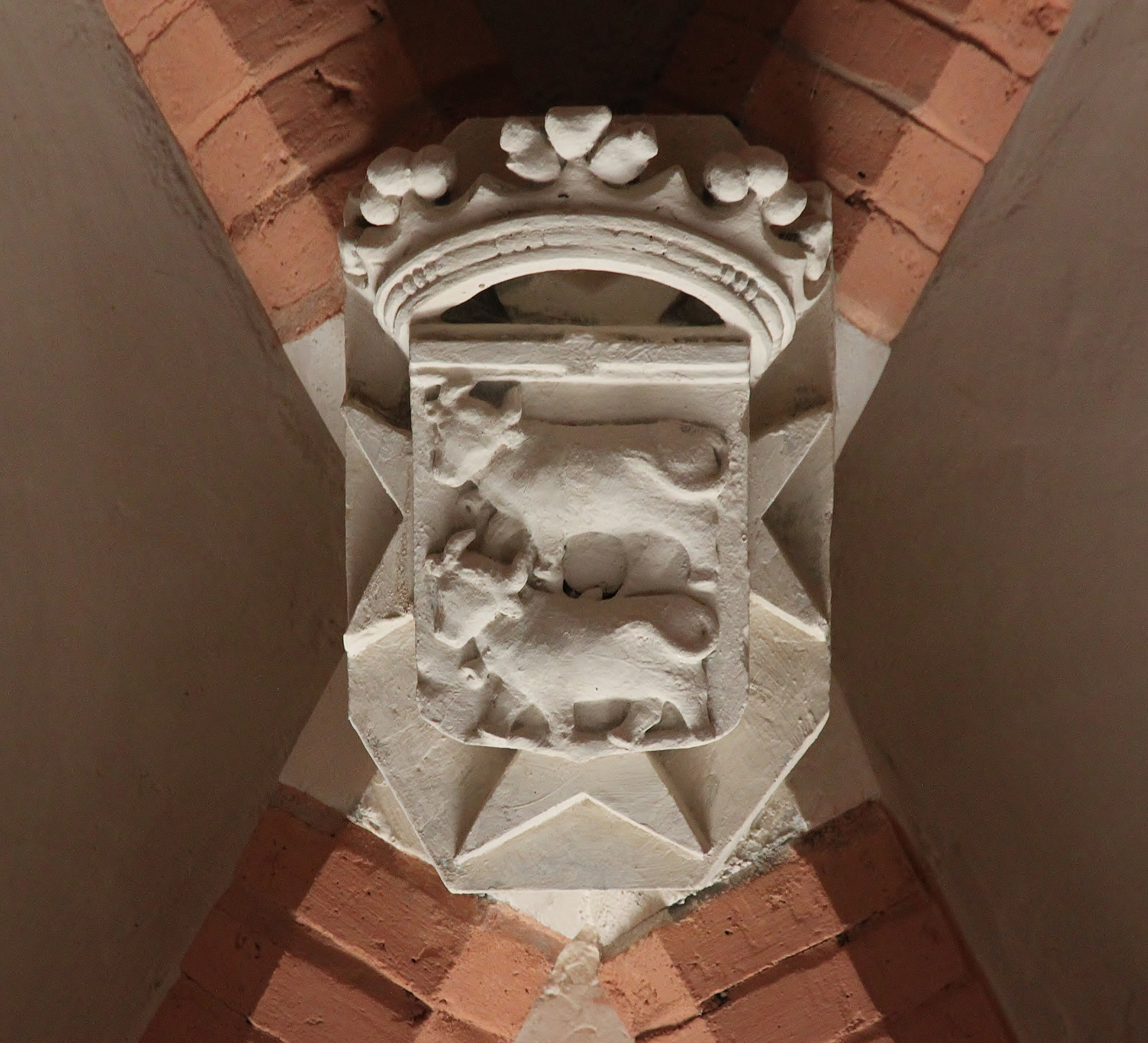
Saint-Jean : clé de voûte dans la salle sur croisées d'ogives.
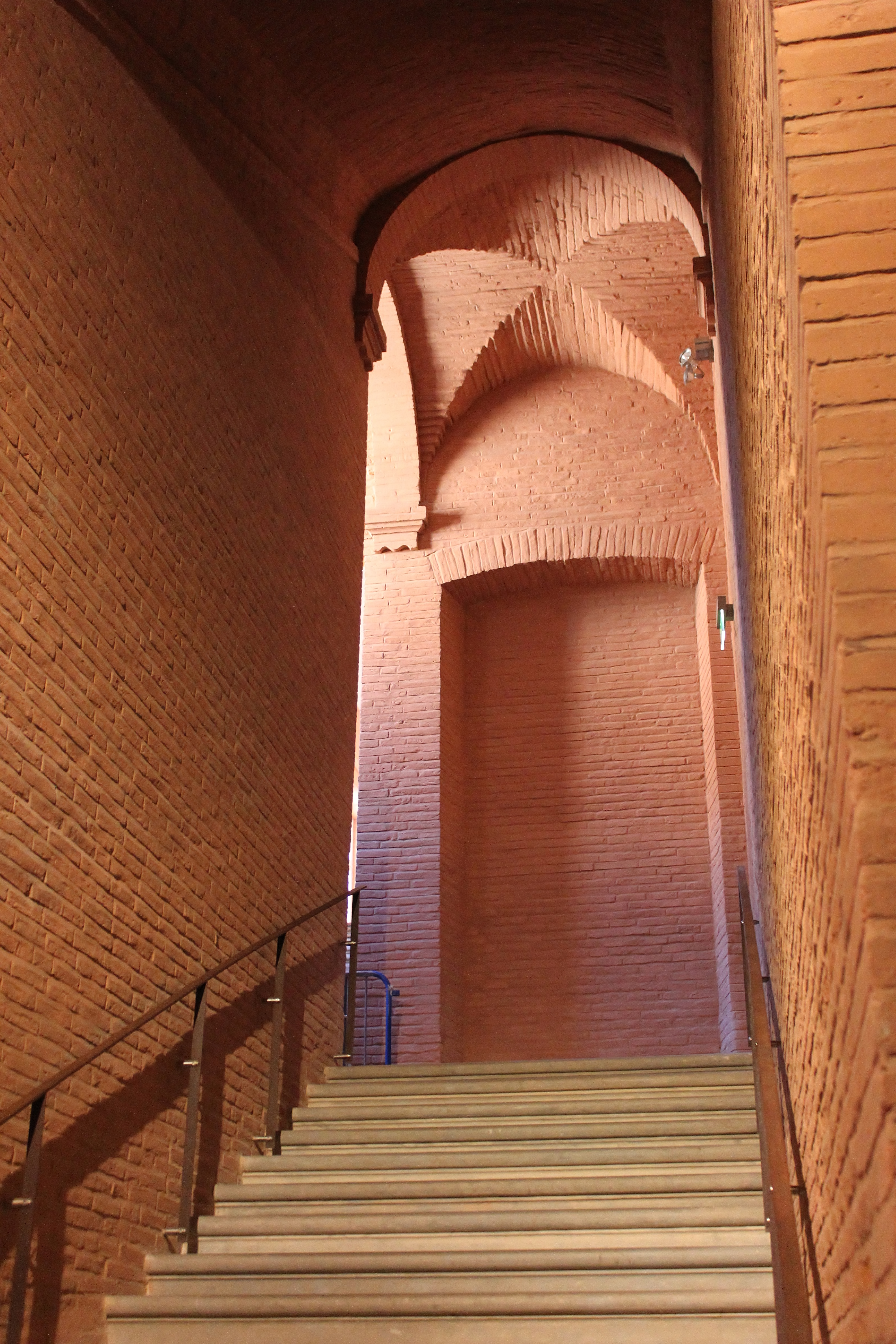
Saint-Jean : grand escalier.
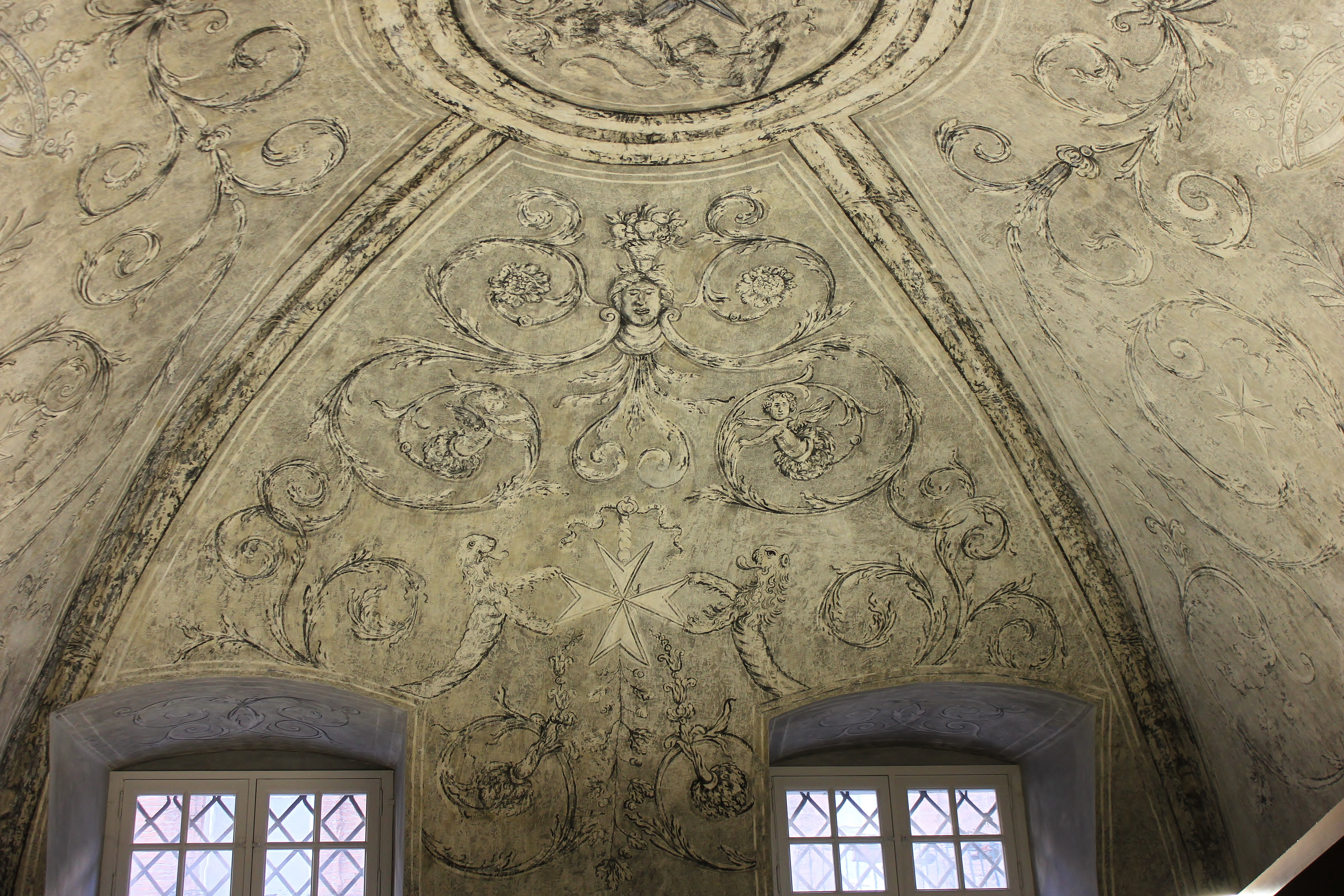
Saint-Jean : décor et croix de Malte.
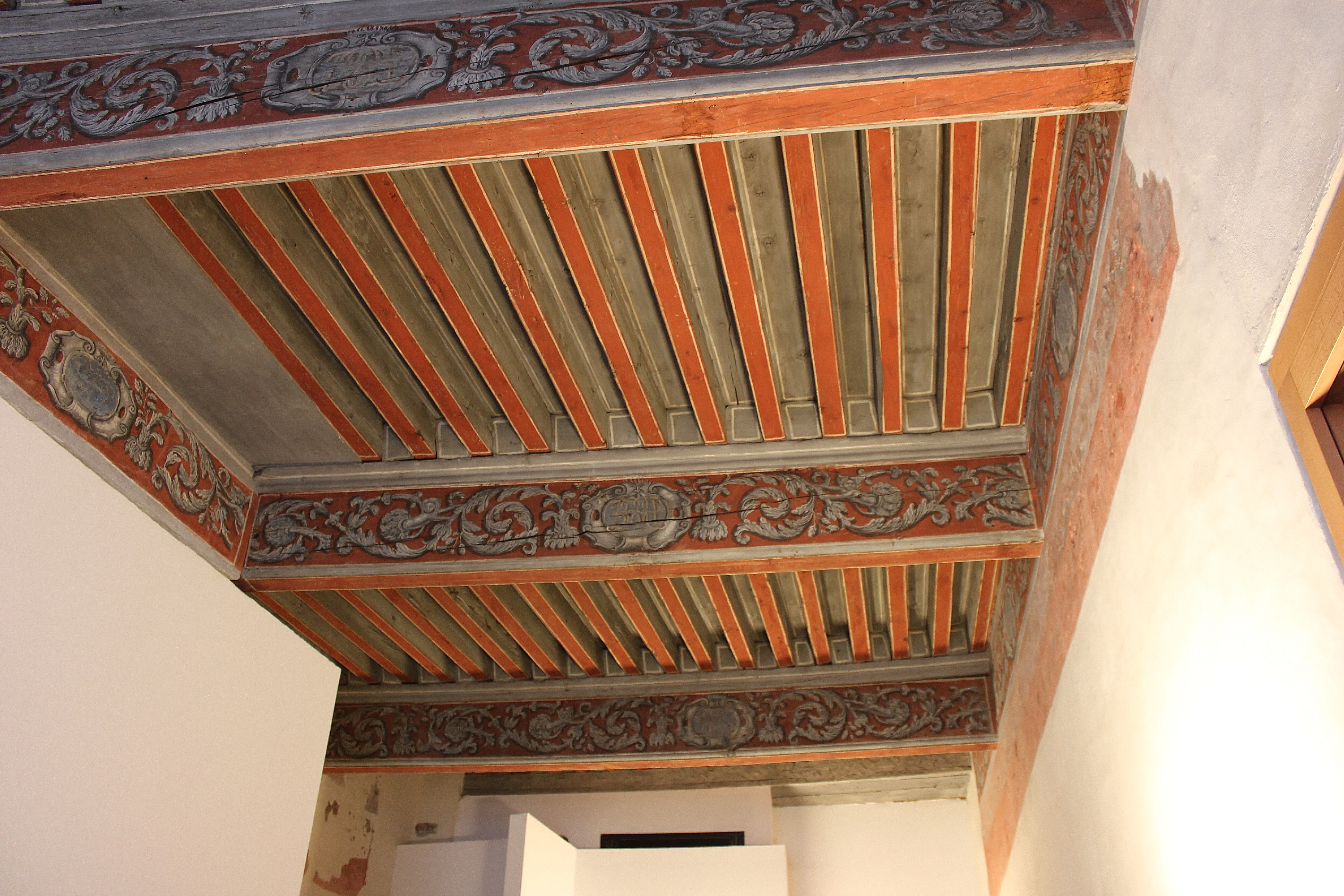
Saint-Jean : plafond à la française.
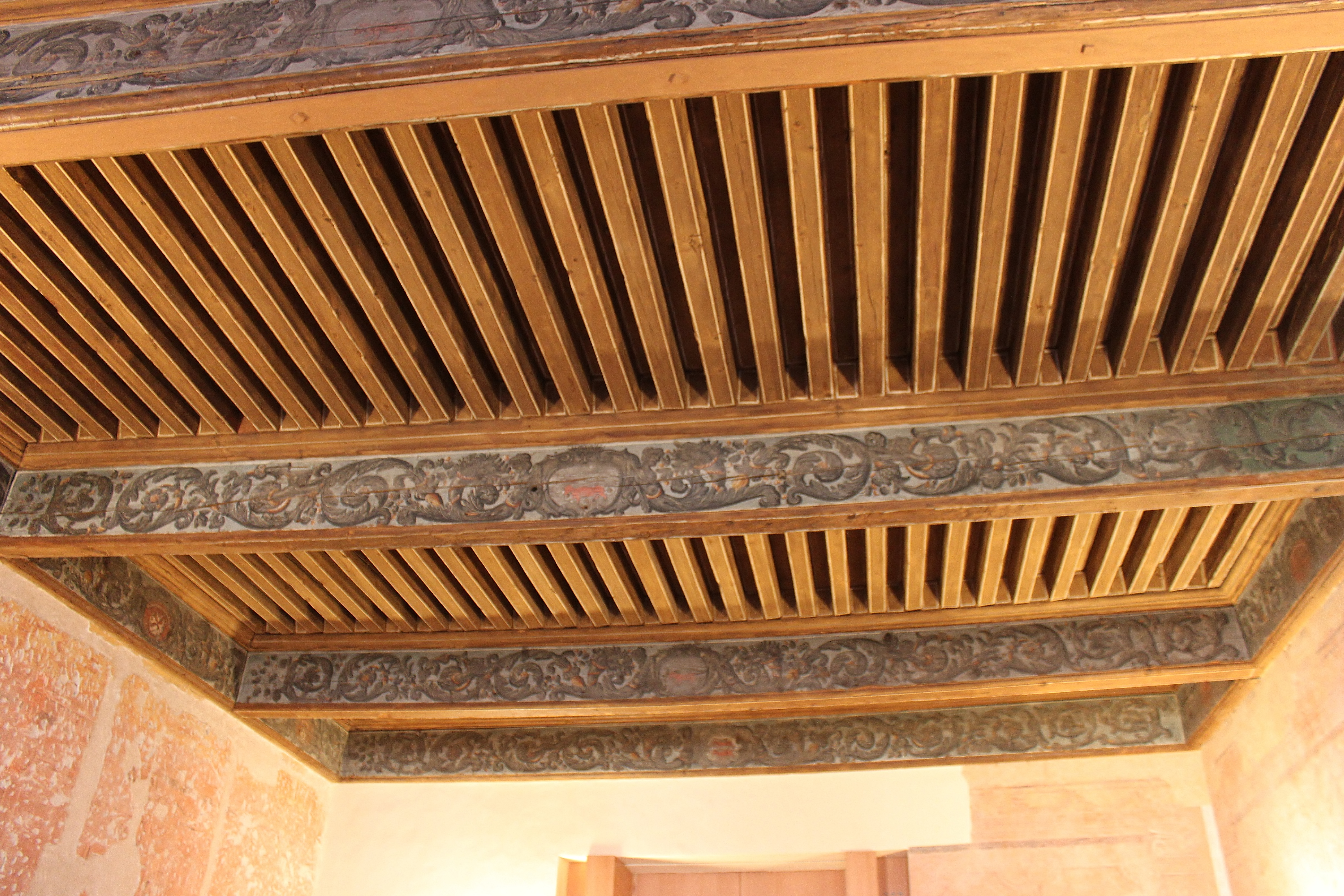
Saint-Jean : plafond à la française.
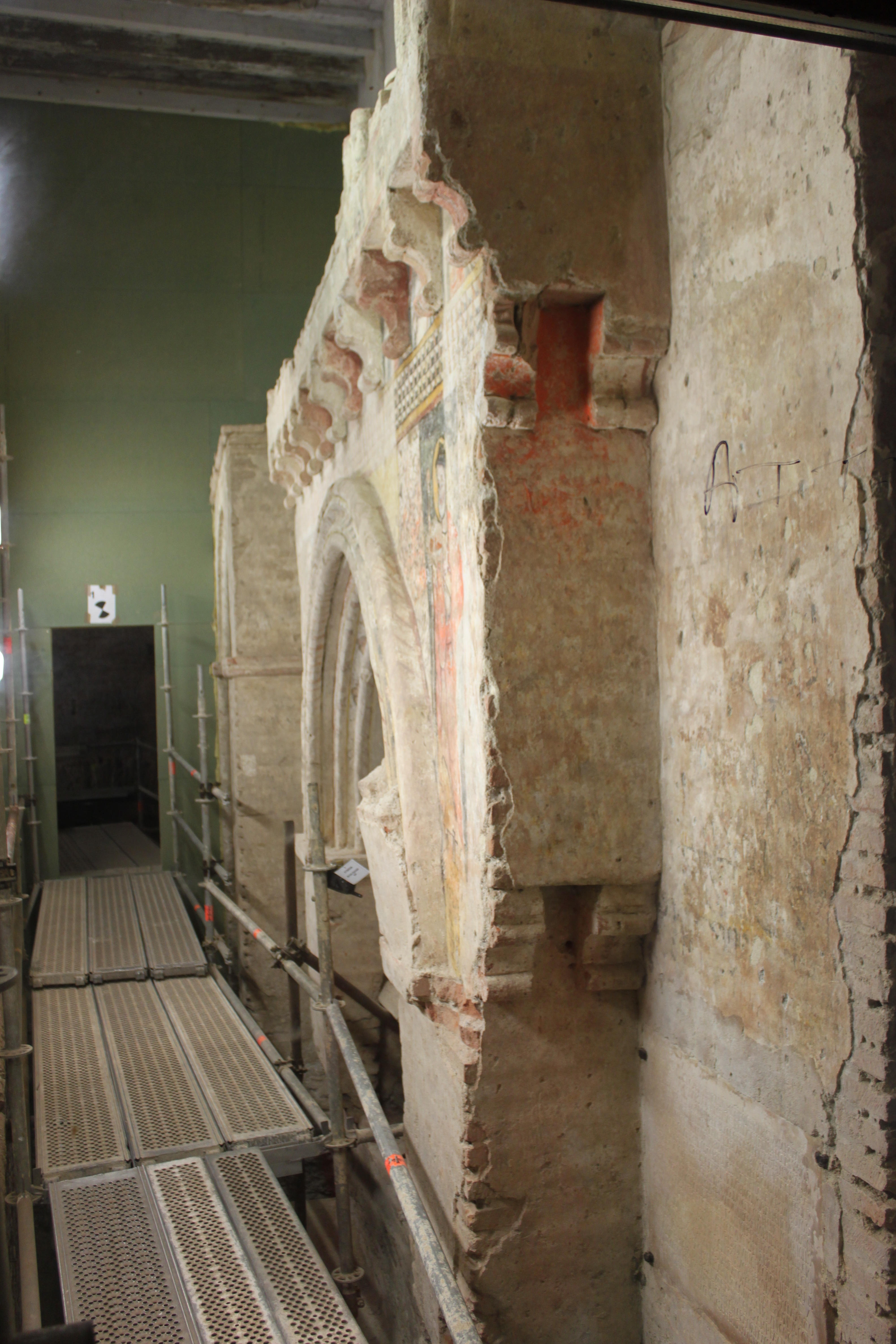
Saint-Jean : enfeu dans la partie médiévale.
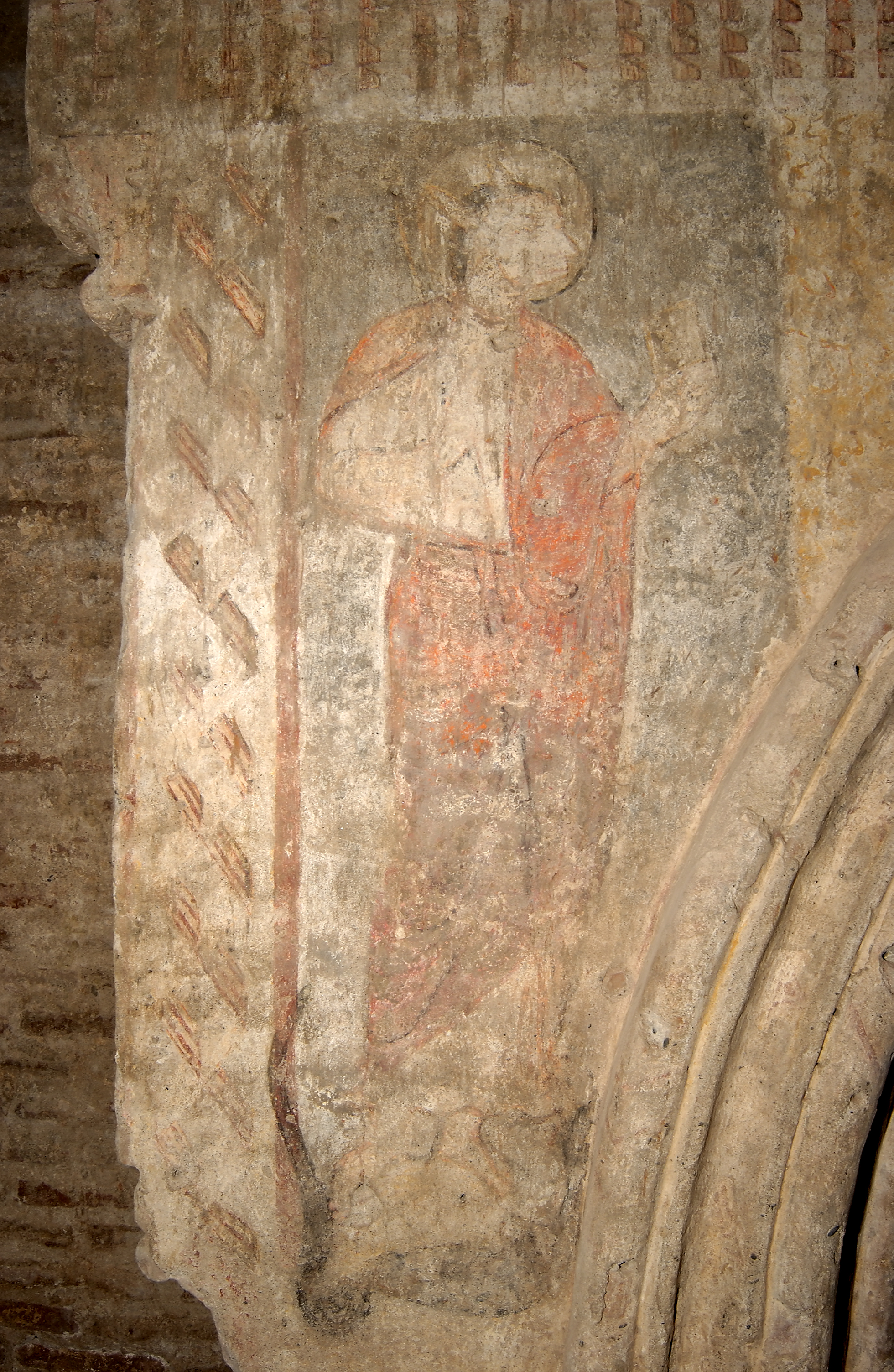
Saint-Jean : détail d'un enfeu médiéval.
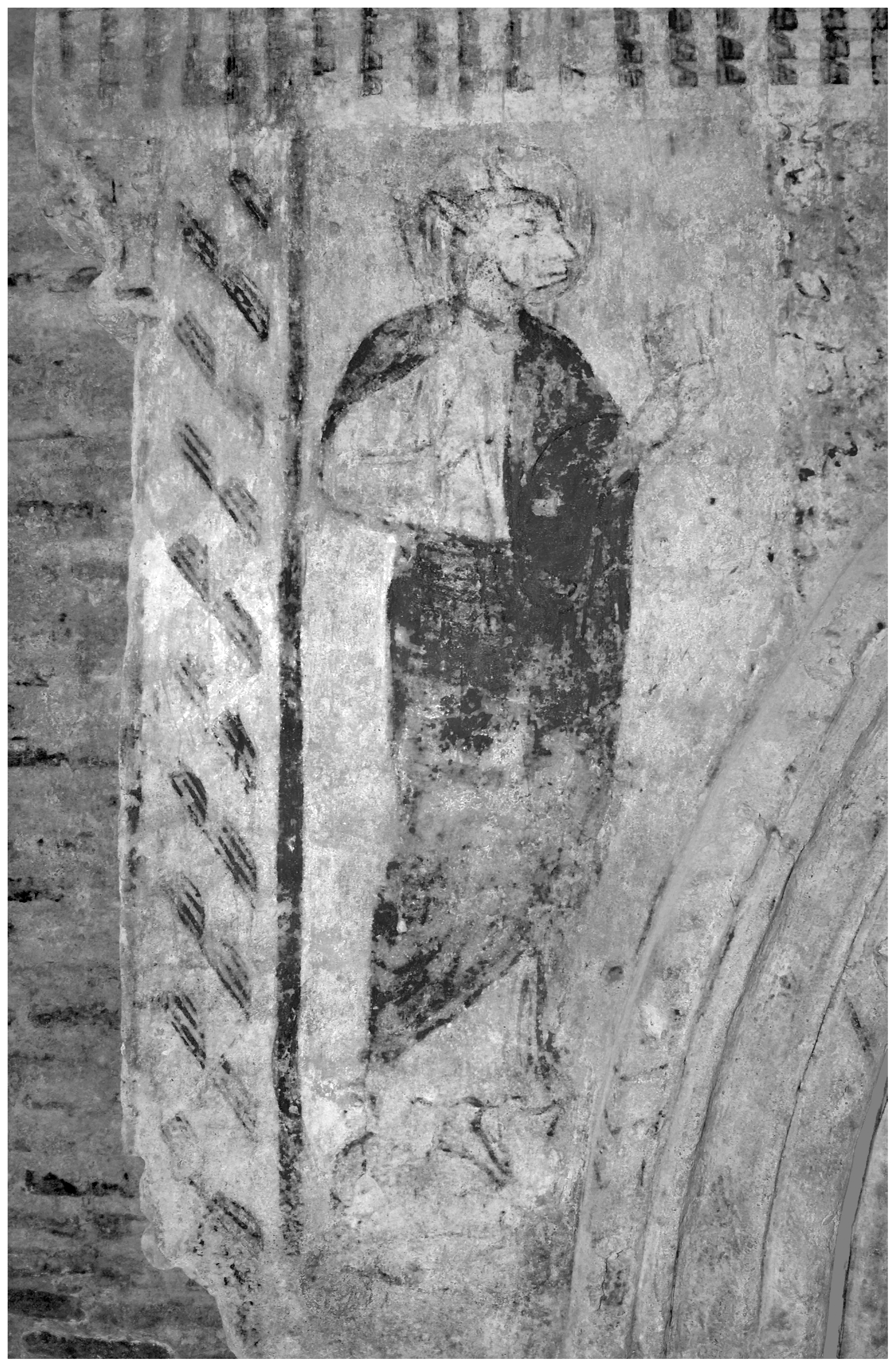
Saint-Jean : détail d'un enfeu médiéval.
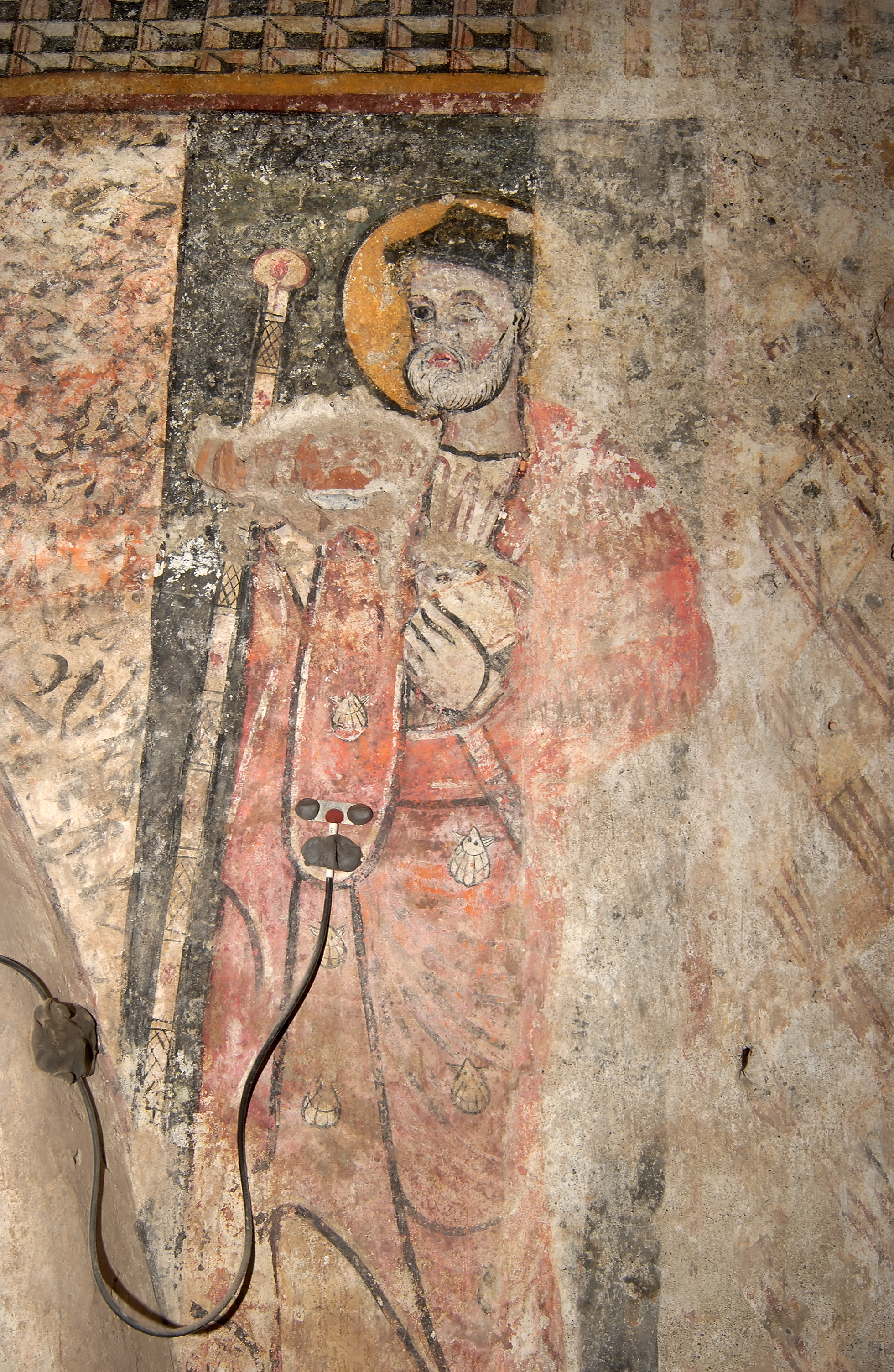
Saint-Jean : détail d'un enfeu médiéval.
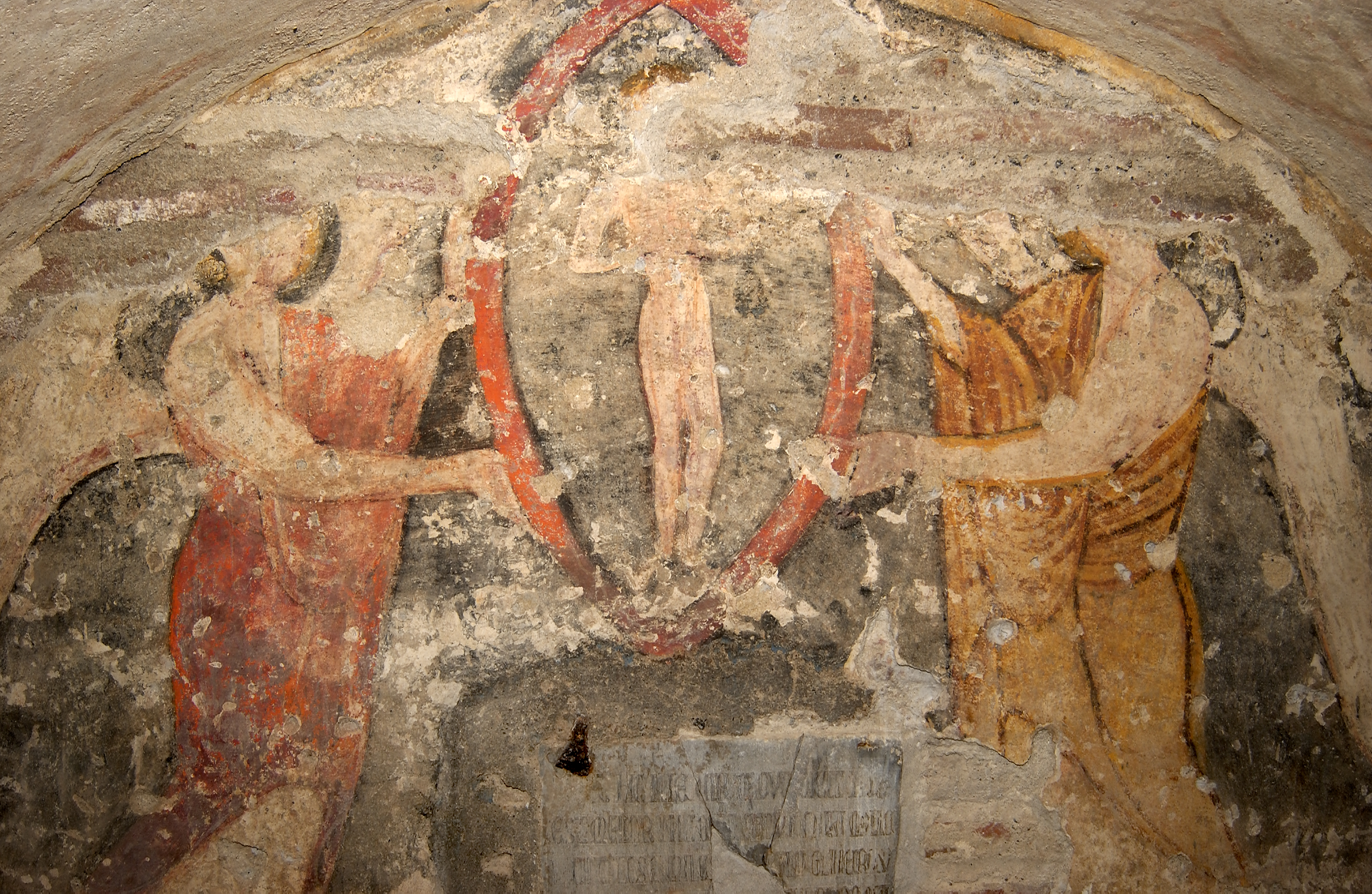
Saint-Jean : détail d'un enfeu médiéval.
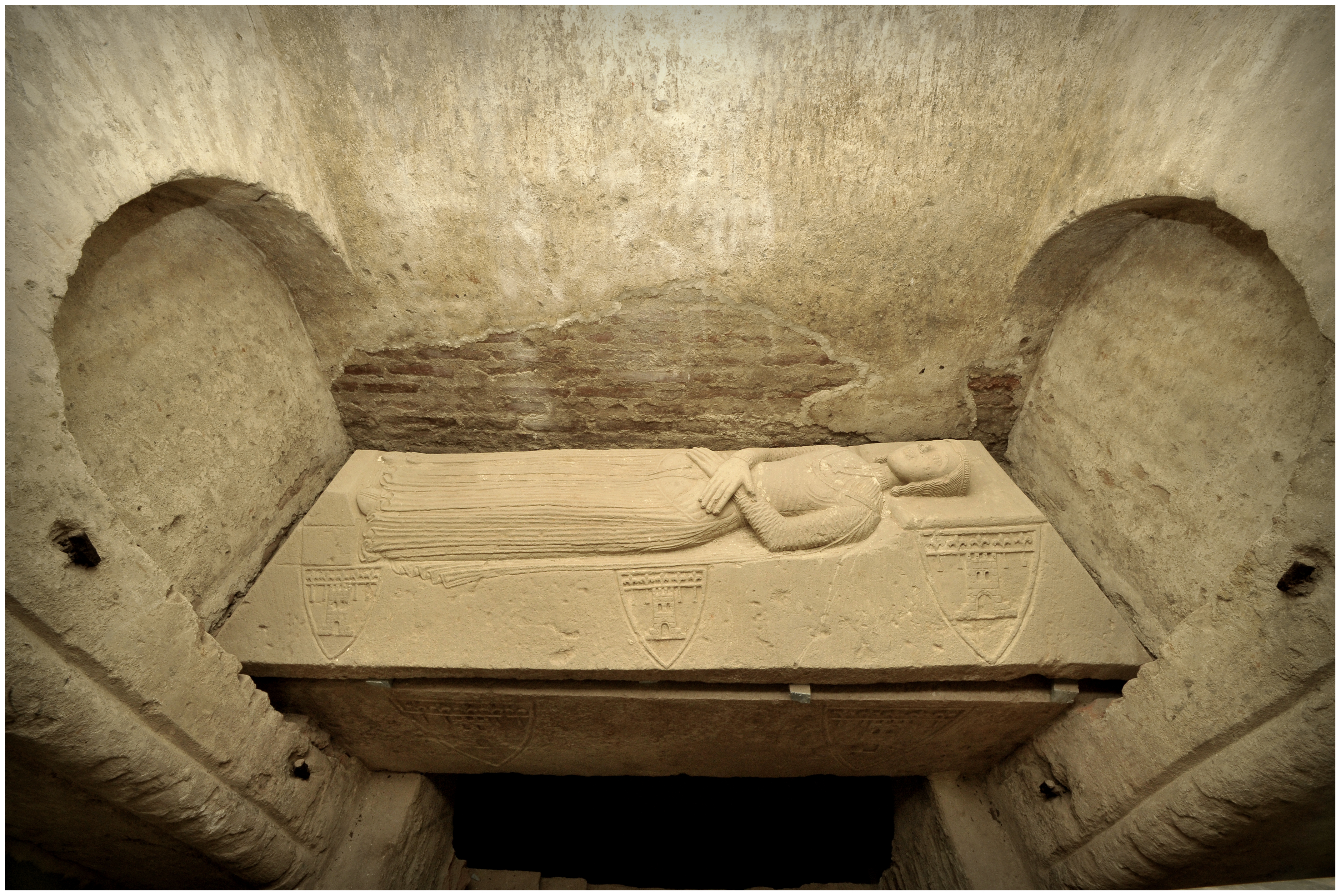
Saint-Jean : gisant médiéval.
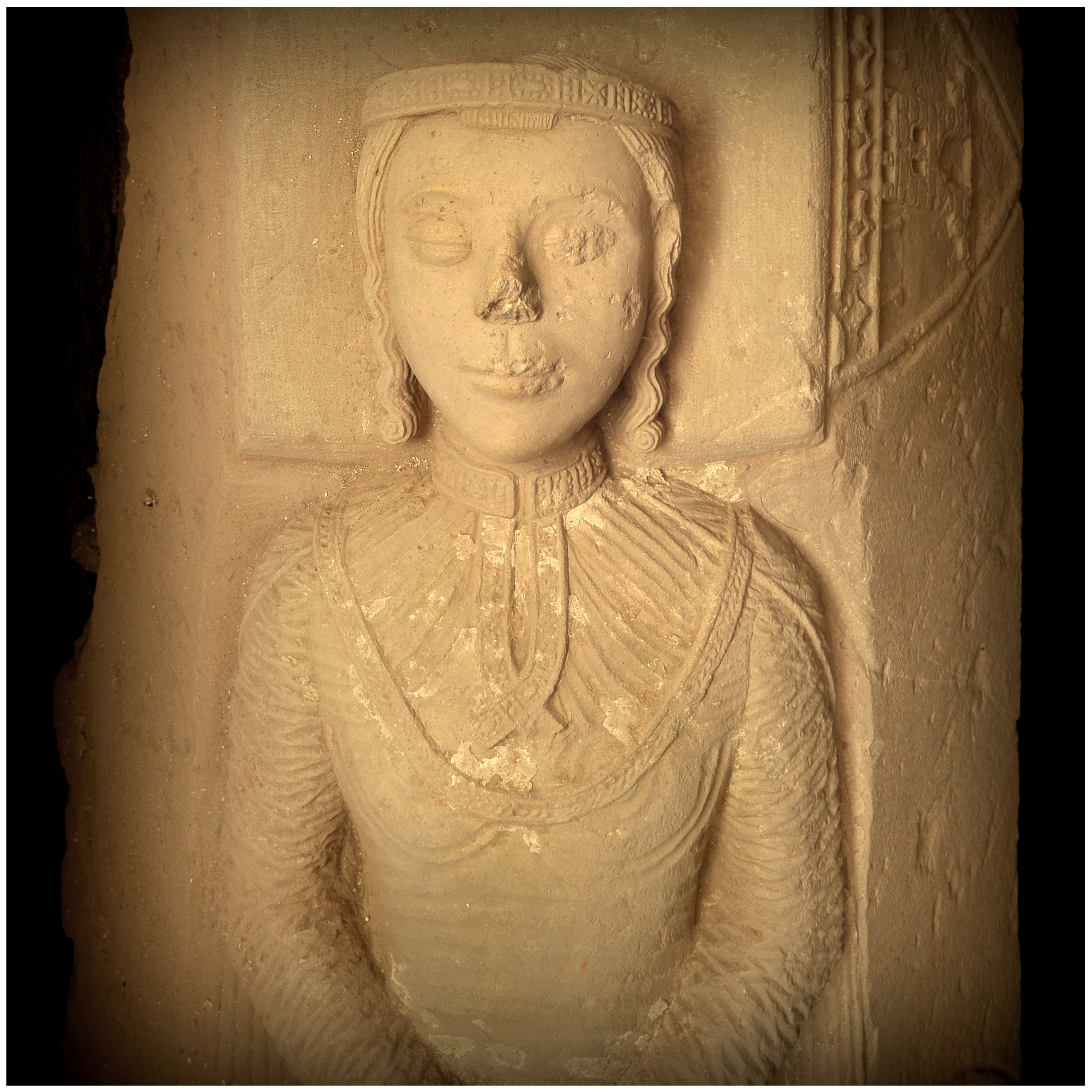
Saint-Jean : détail d'un gisant médiéval.

### L'hôtel de Rabaudy de Paucy
Adresse : 16 rue du Languedoc. Inscrit MH.
Vers 1695 Nicolas de Paucy, conseiller au Parlement, fait modifier un hôtel du XVIe siècle où aurait vécu la Belle Paule. La façade sur rue est rythmée par quatre travées, les baies sont en alternance brique et pierre et surmontées d'une fine corniche. Une porte cochère en plein cintre permet d'accéder à la cour, une deuxième porte, à gauche, est ornée d'un couronnement en pierre. La façade présente de belles ferronneries (garde-corps des fenêtres du premier étage) et menuiseries (portes).

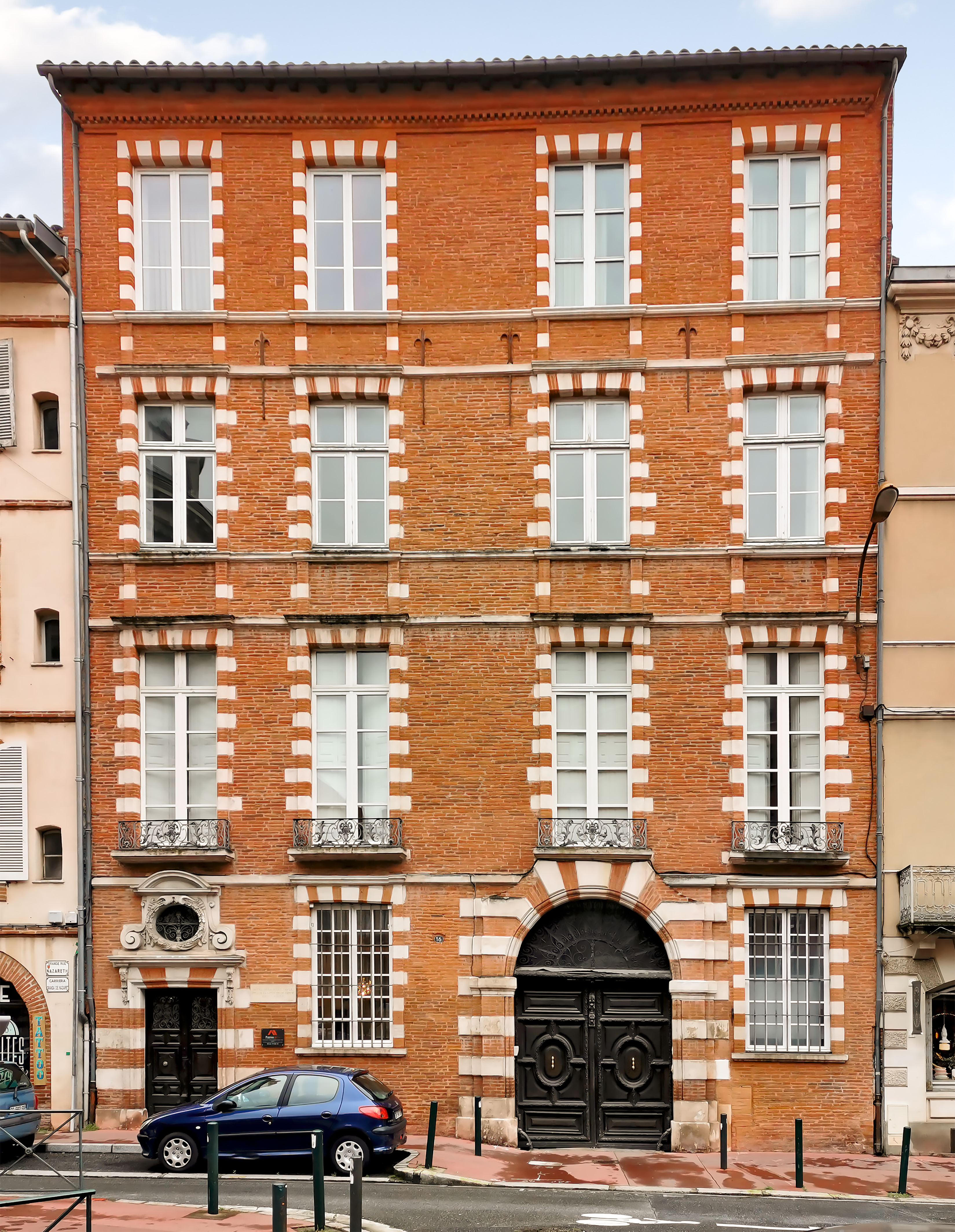
Hôtel de Rabaudy de Paucy.
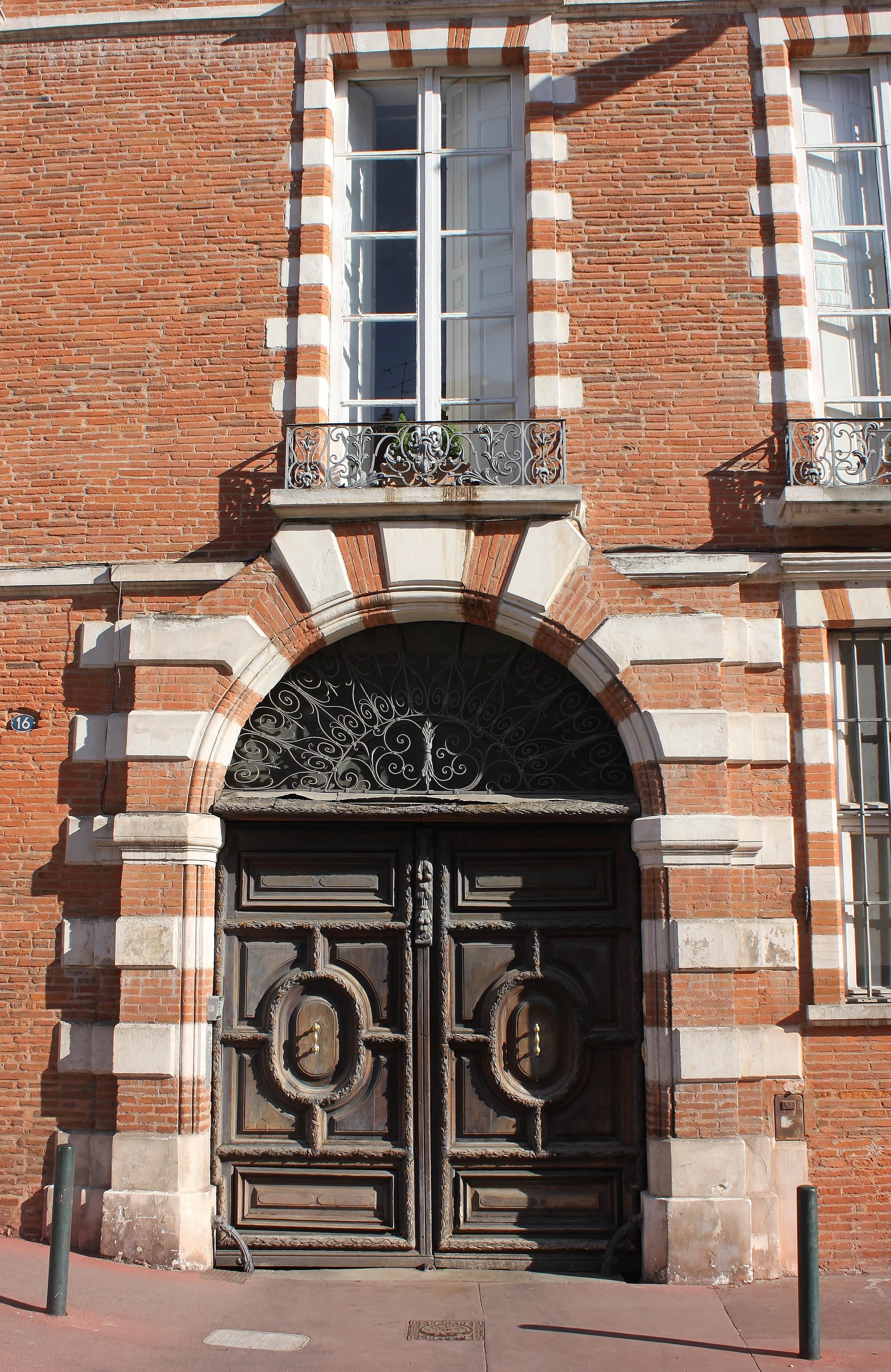
Rabaudy de Paucy : portail.
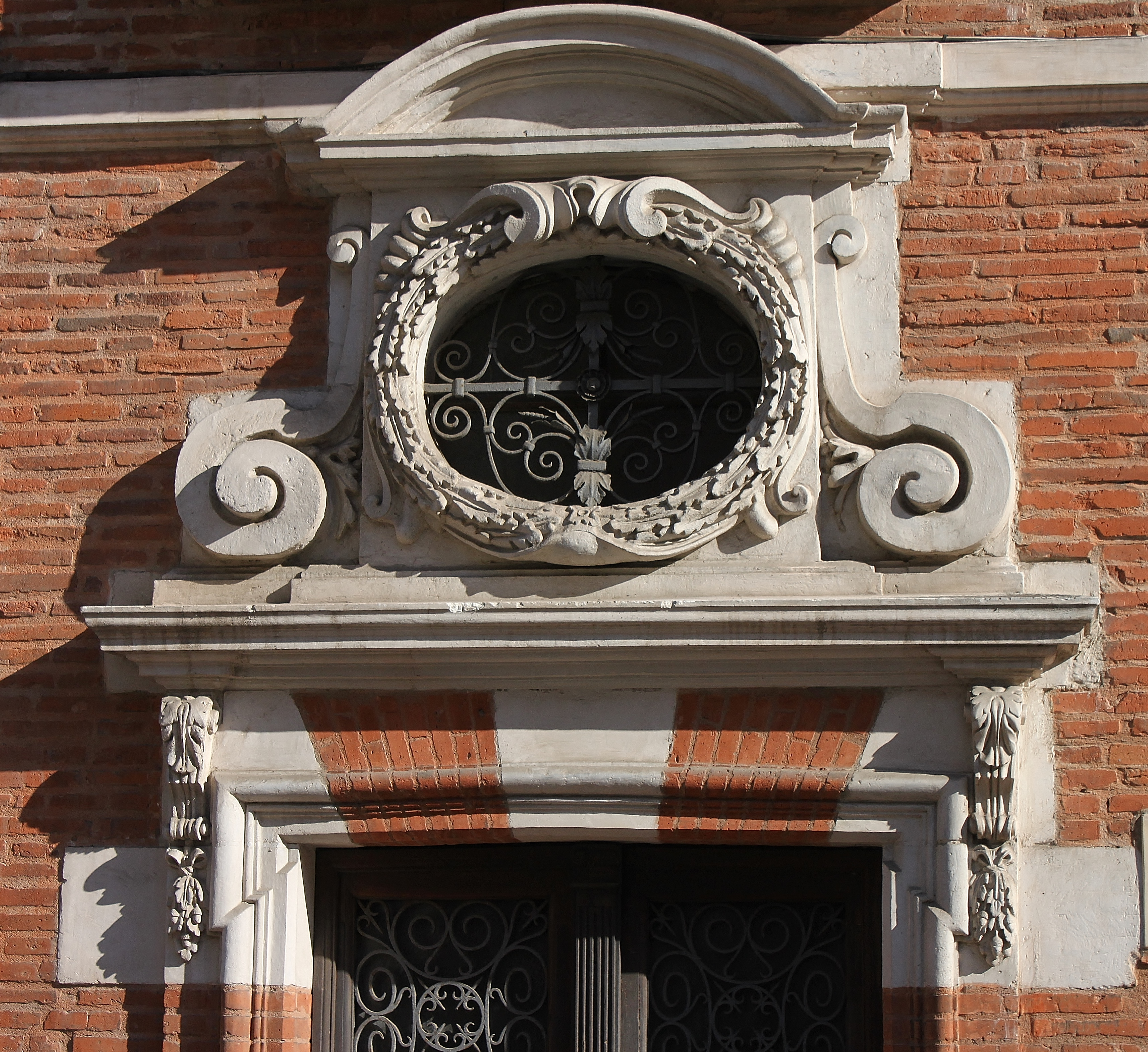
Rabaudy de Paucy : couronnement de la deuxième porte.
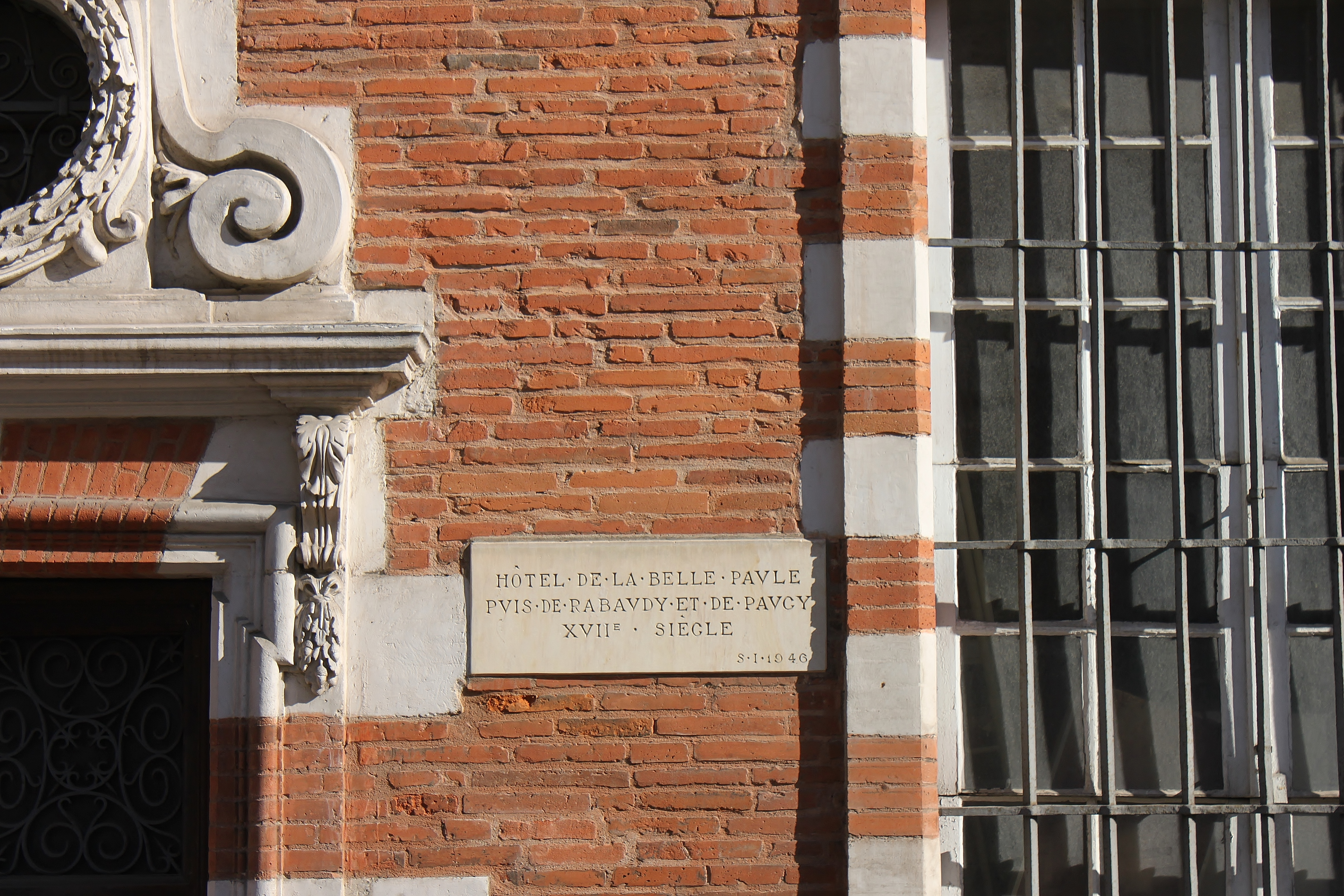
Rabaudy de Paucy : plaque évocatrice de la Belle Paule.

### Le palais archiépiscopal
Adresse : 1 place Saint-Étienne. Inscrit MH.
C'est à l'instigation de l'archevêque Jean-Baptiste-Michel Colbert de Saint-Pouange, neveu du grand Colbert, que le palais archiépiscopal est refait de 1690 à 1700. Colbert sollicite d'abord l'architecte de la province du Languedoc, Augustin-Charles d'Aviler, puis Nicolas Buterne, inspecteur des ouvrages de la sénéchaussée, également architecte et notable toulousain (il est capitoul en 1696).
L'édifice s'ouvre sur la place de la cathédrale par un imposant portail cintré, dont la clef d'arc est ornée par le masque d'Hercule coiffé d'une peau de lion. Le bâtiment principal en fond de cour, à fronton et tables en saillie taillées dans la brique, marque l'introduction du classicisme parisien à Toulouse. Comme dans beaucoup d'hôtels de la capitale, cette façade n'abrite pas le logis mais un bel escalier monumental et des salons entre cour et jardin (dont la décoration actuelle date du XVIIIe siècle). Une chapelle était installée au-dessus de l'orangerie, quant aux jardins, à l'organisation très classique, ils faisaient l'admiration des visiteurs. Cet hôtel très étendu témoigne de l'arrivée du grand goût versaillais à Toulouse.
Le palais archiépiscopal, confisqué à la Révolution, est définitivement affecté à la Préfecture en 1808.

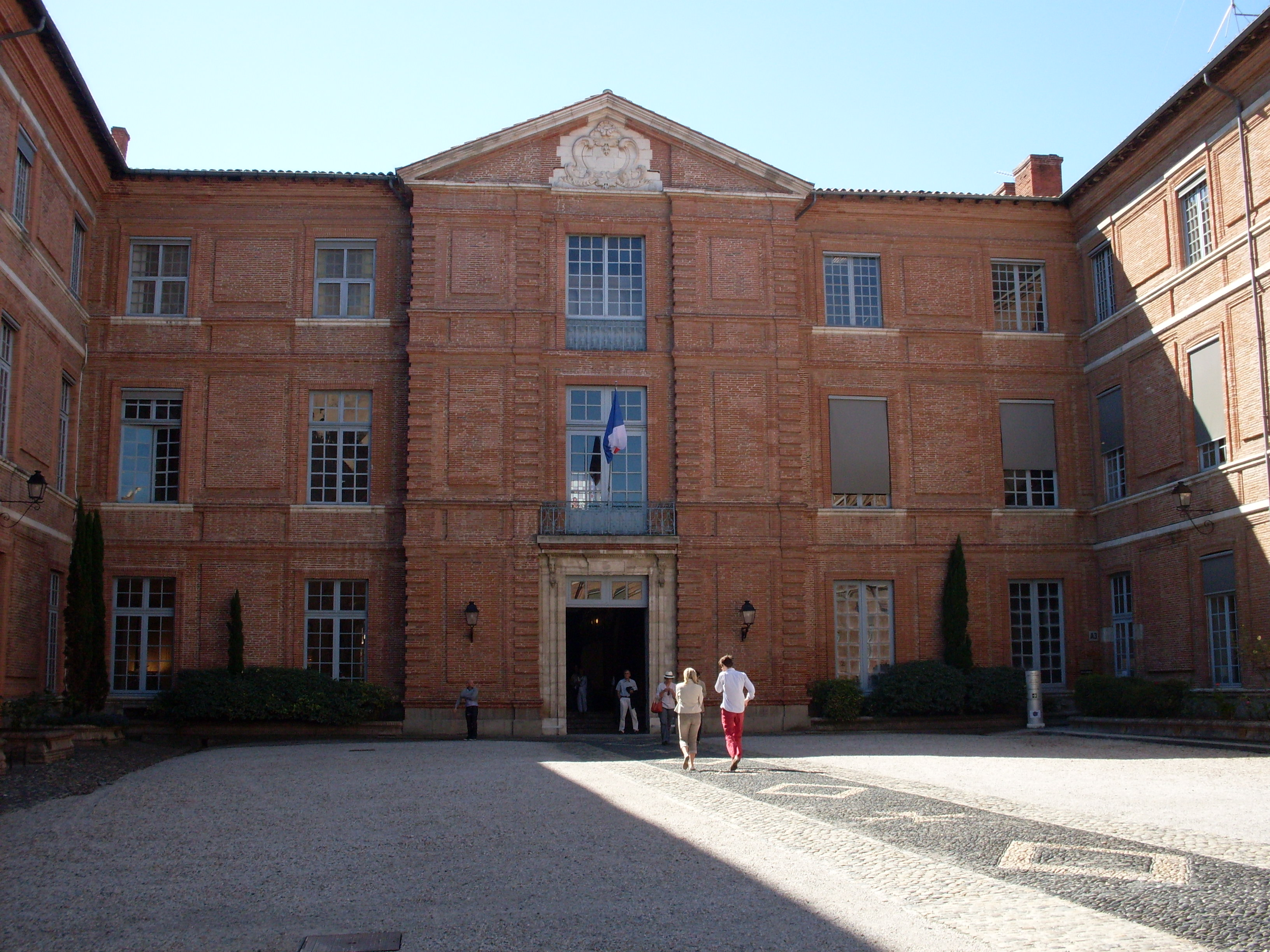
Le palais archiépiscopal.
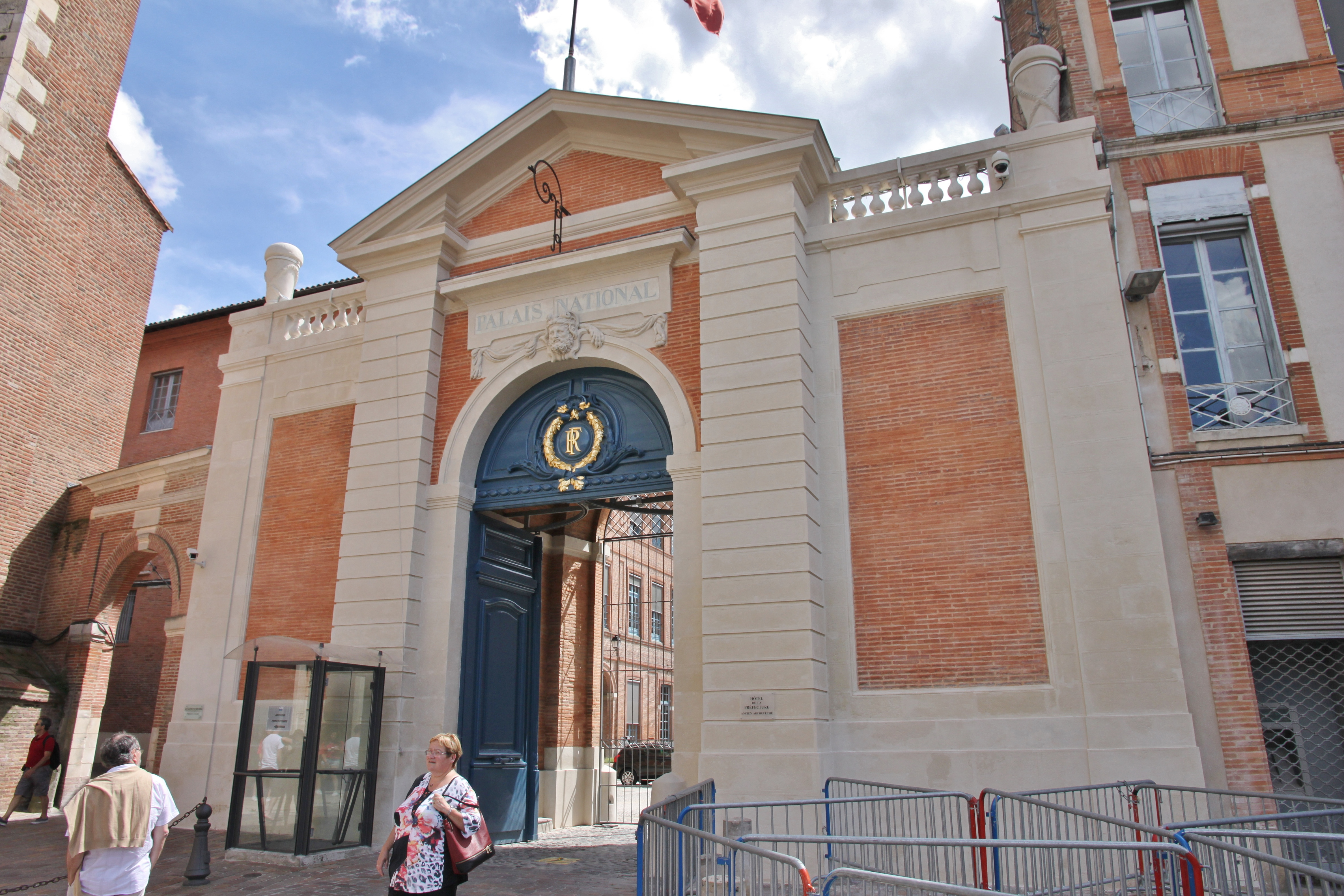
Palais archiépiscopal : portail d'entrée.
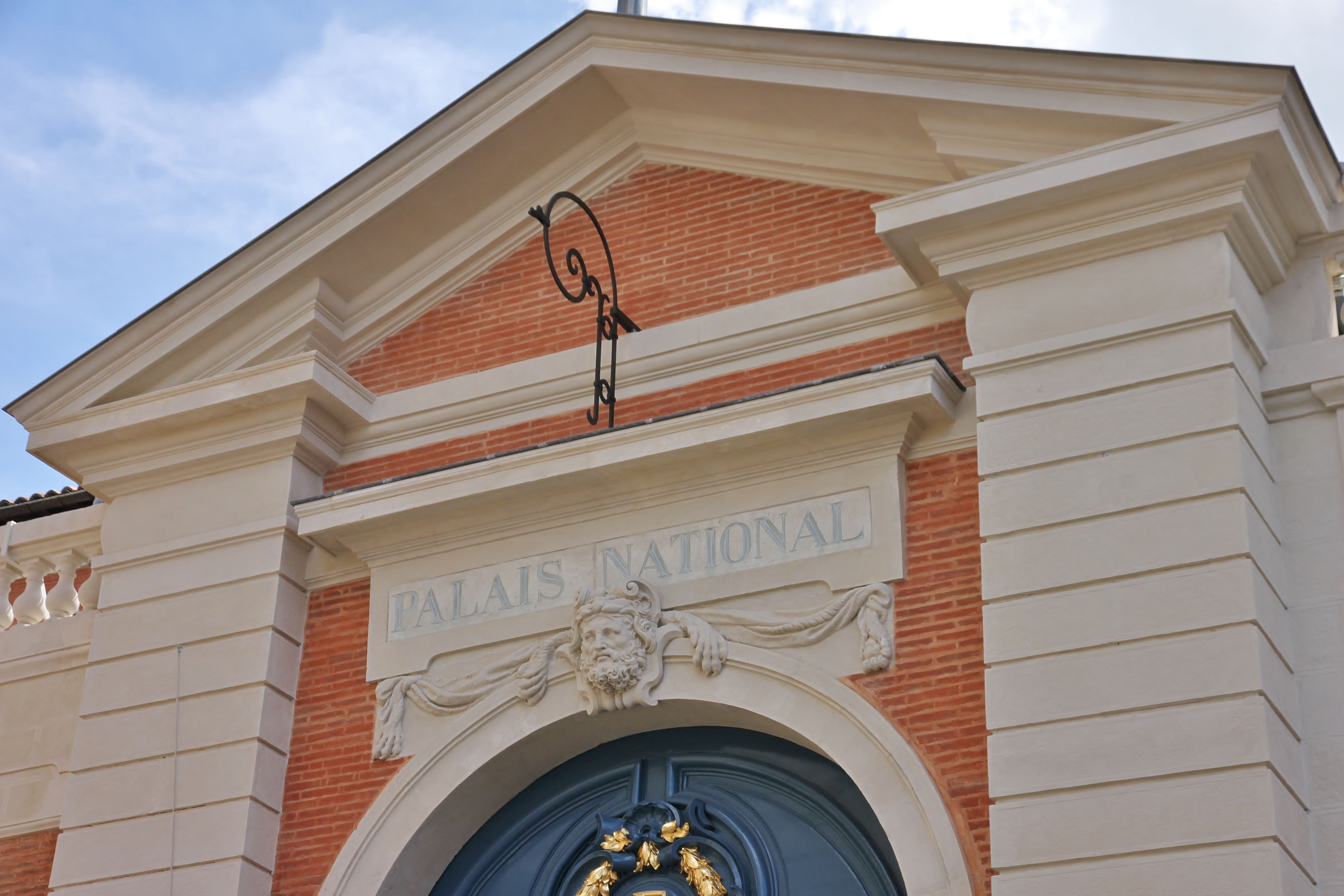
Palais archiépiscopal : fronton du portail.
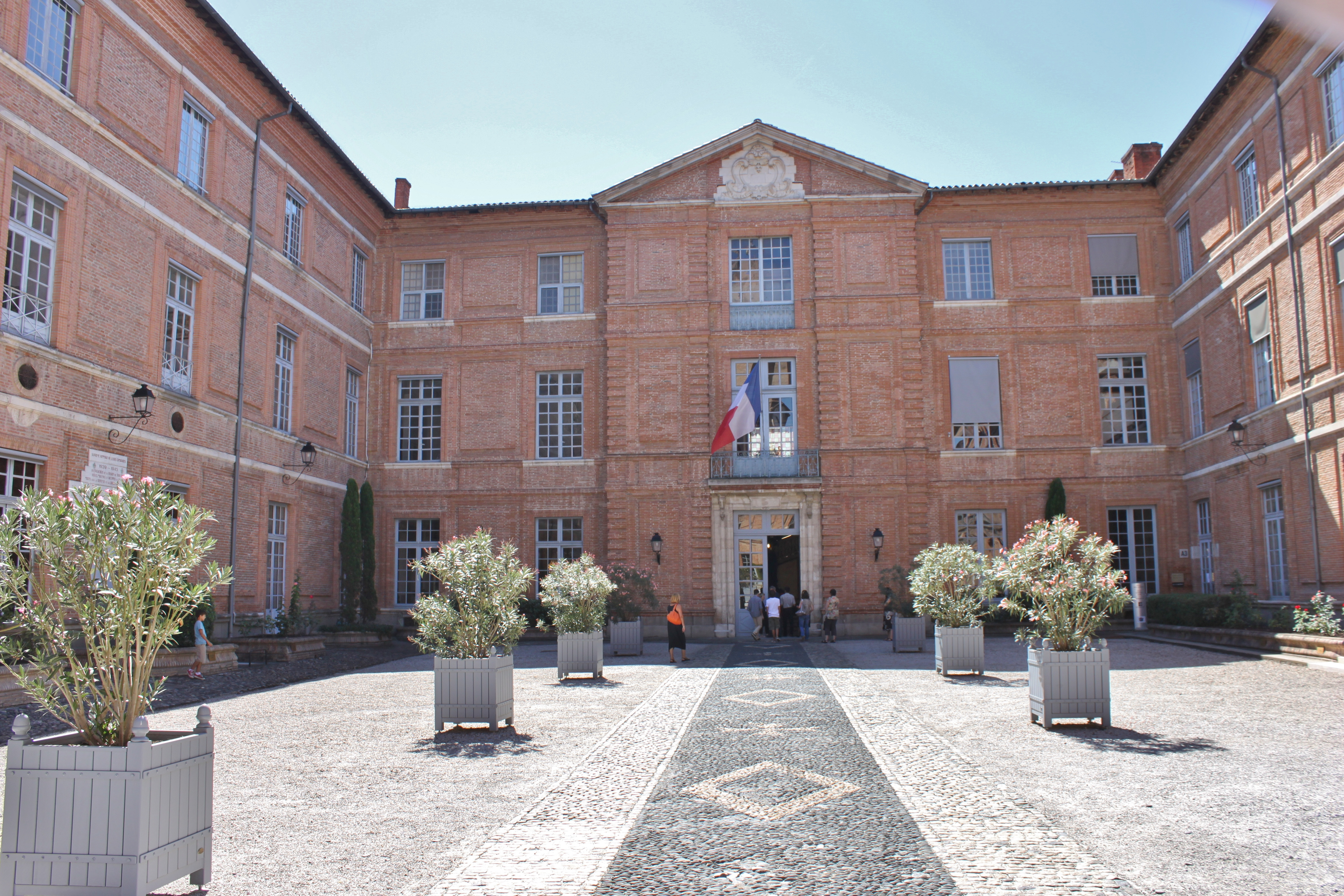
Palais archiépiscopal : cour d'honneur.
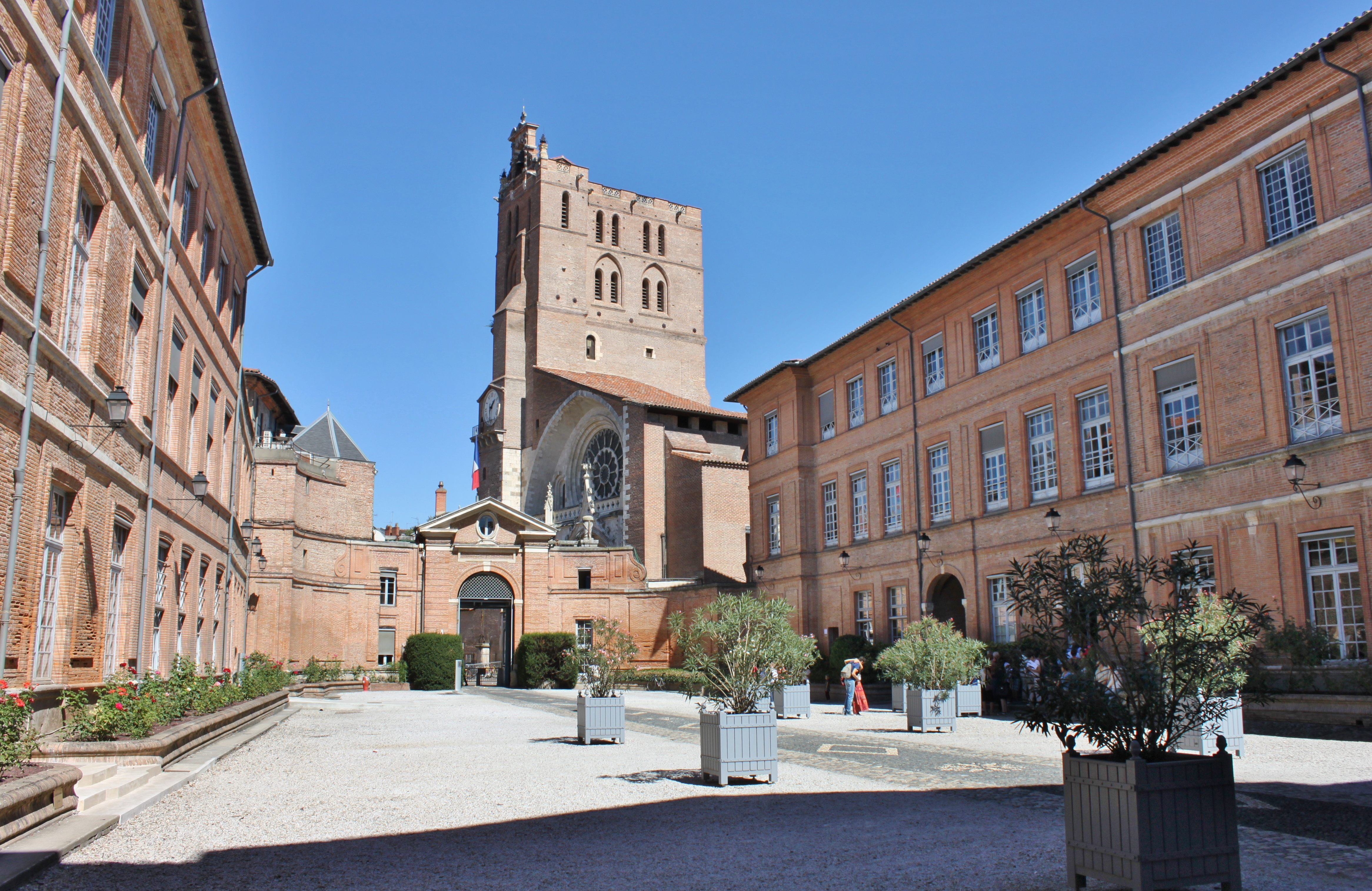
Palais archiépiscopal : cour d'honneur et vue sur la cathédrale.
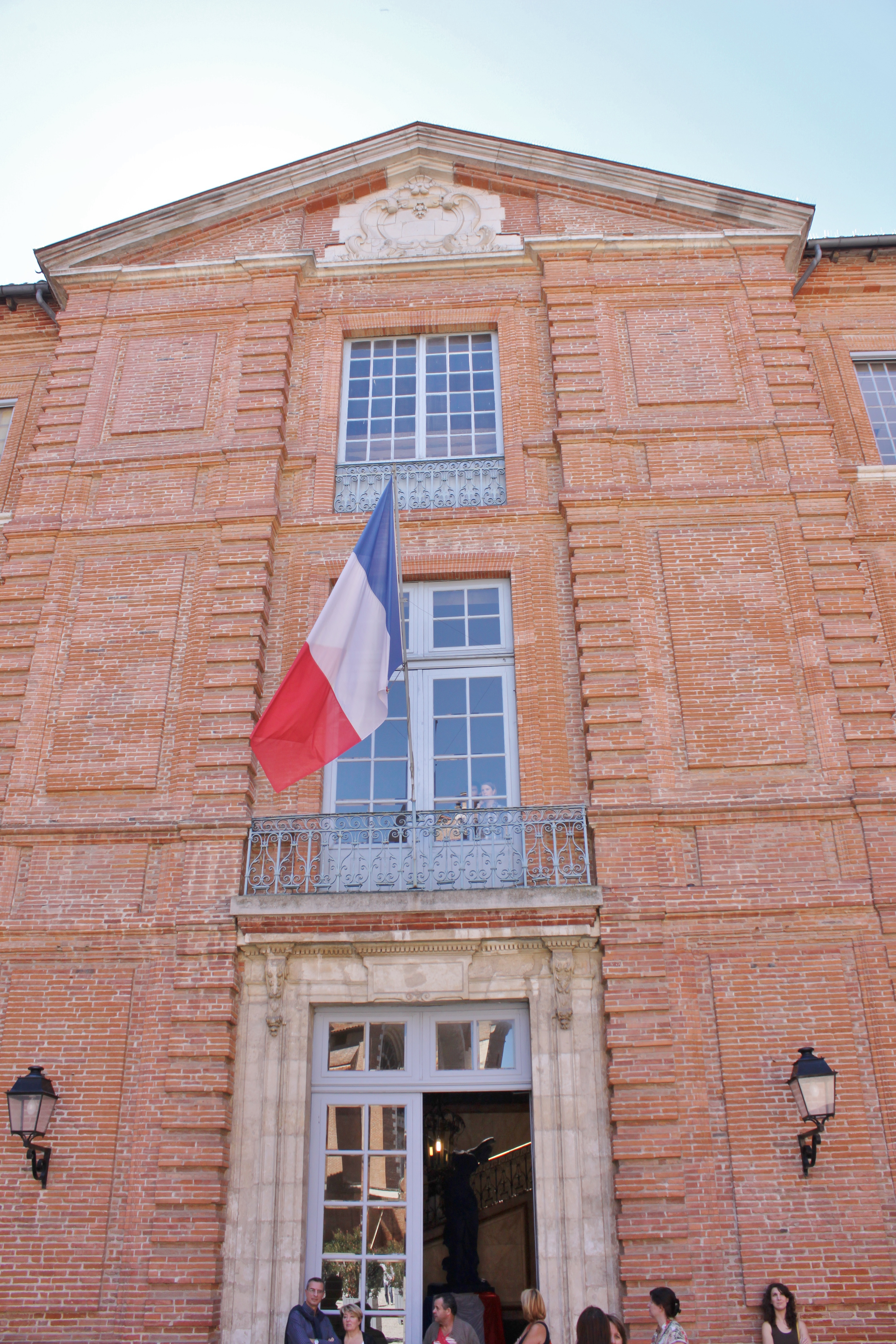
Palais archiépiscopal : bâtiment central.
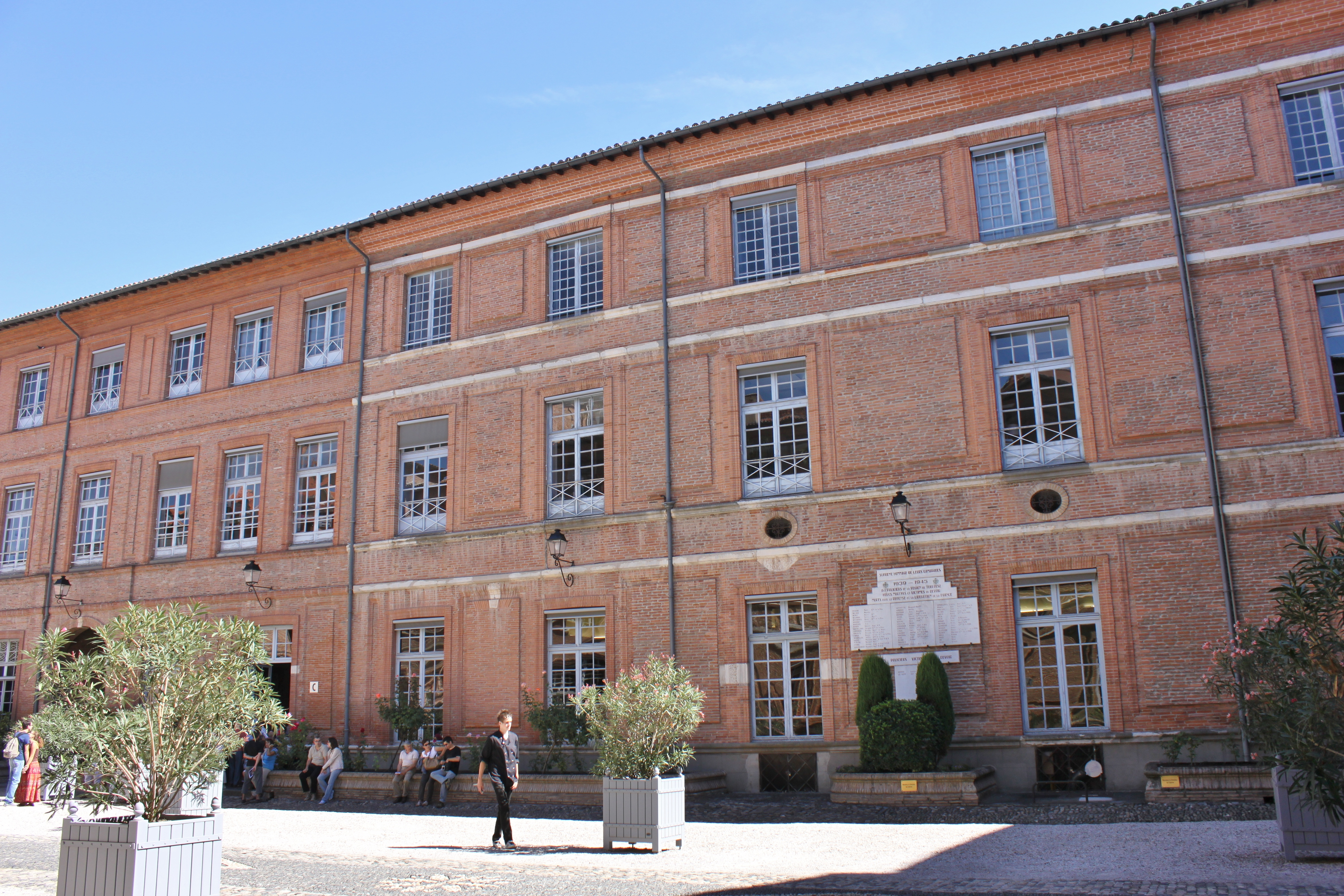
Palais archiépiscopal : aile sur cour.
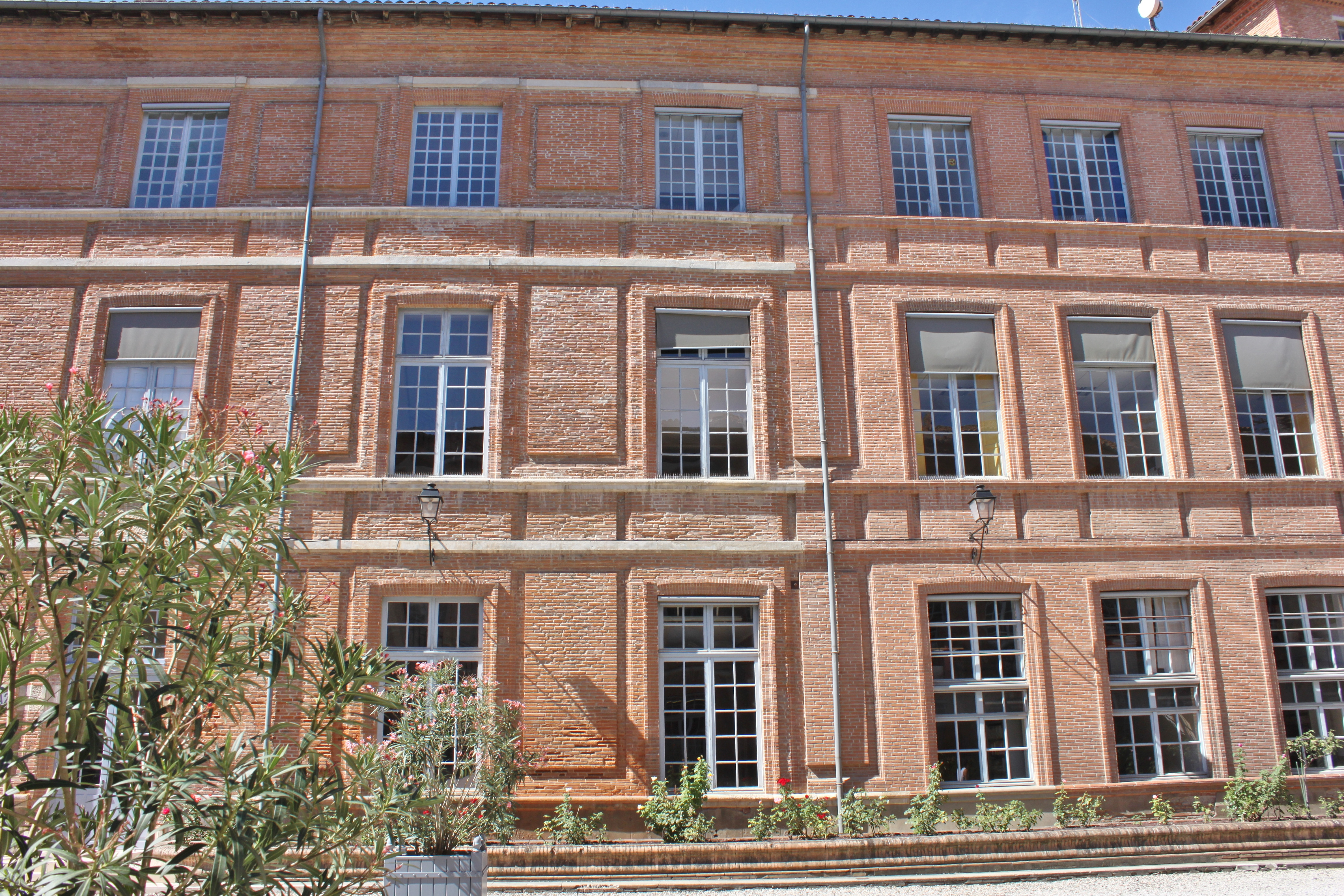
Palais archiépiscopal : détail d'une aile.
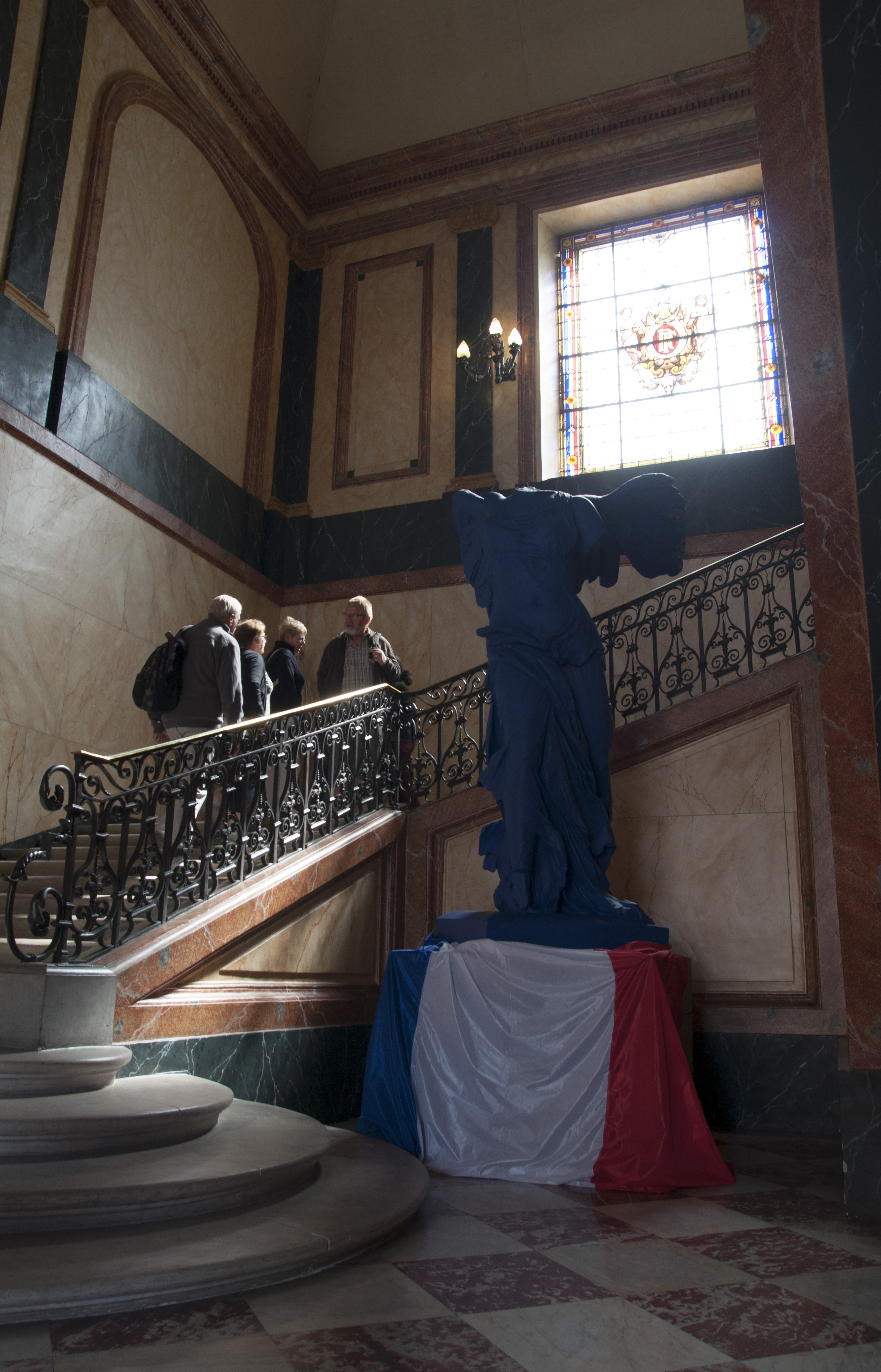
Palais archiépiscopal : escalier d'honneur.
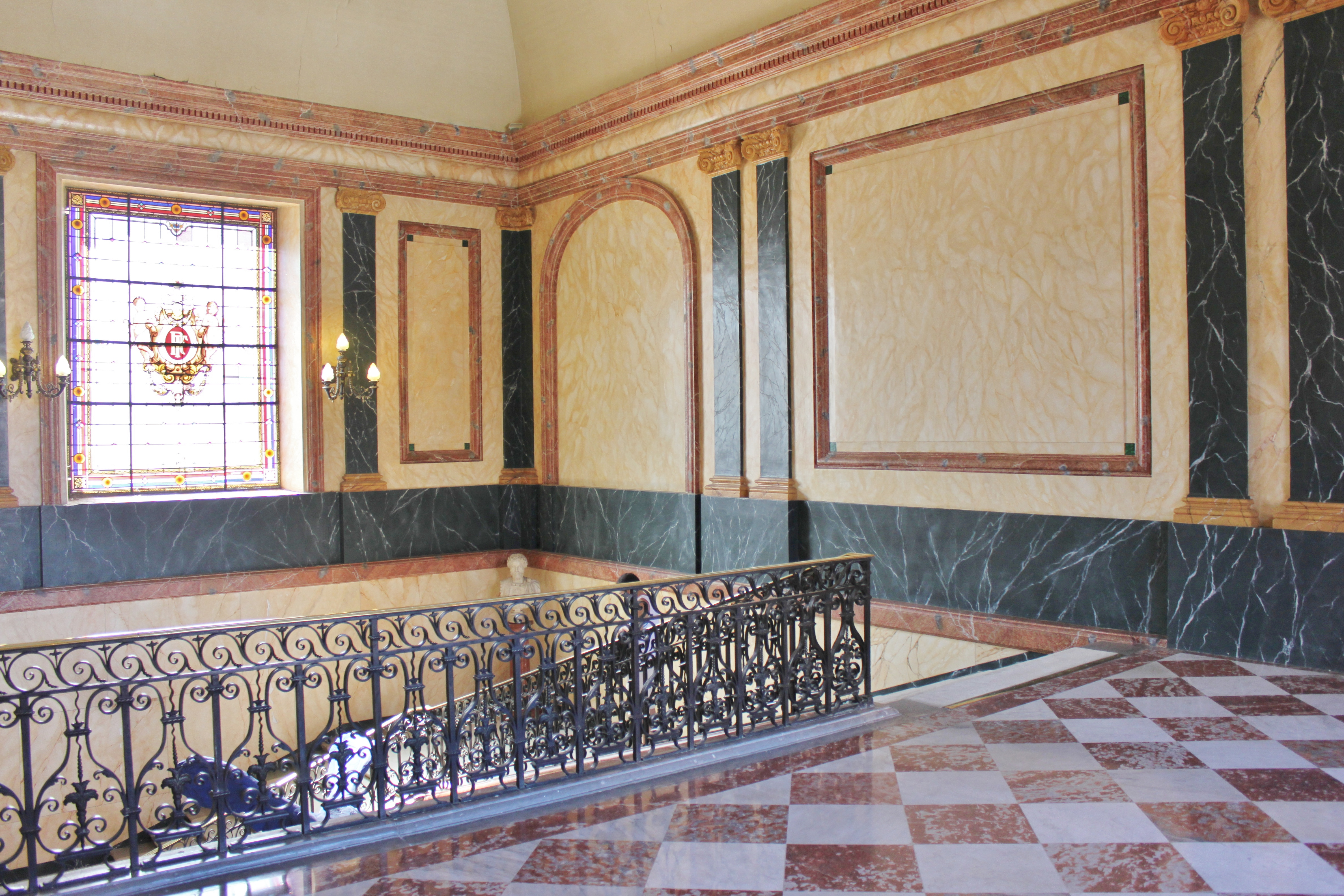
Palais archiépiscopal : escalier d'honneur.
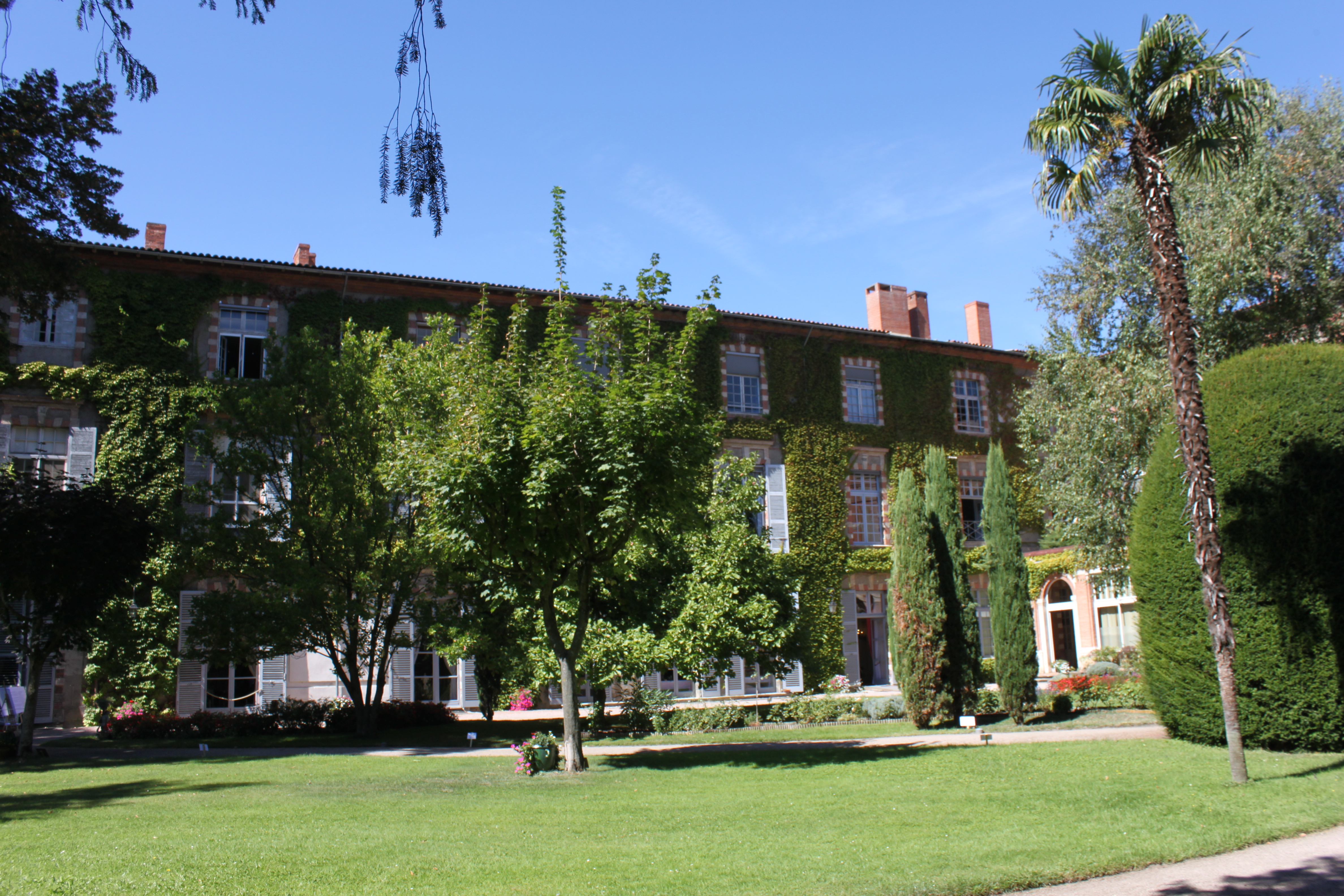
Palais archiépiscopal : jardin.
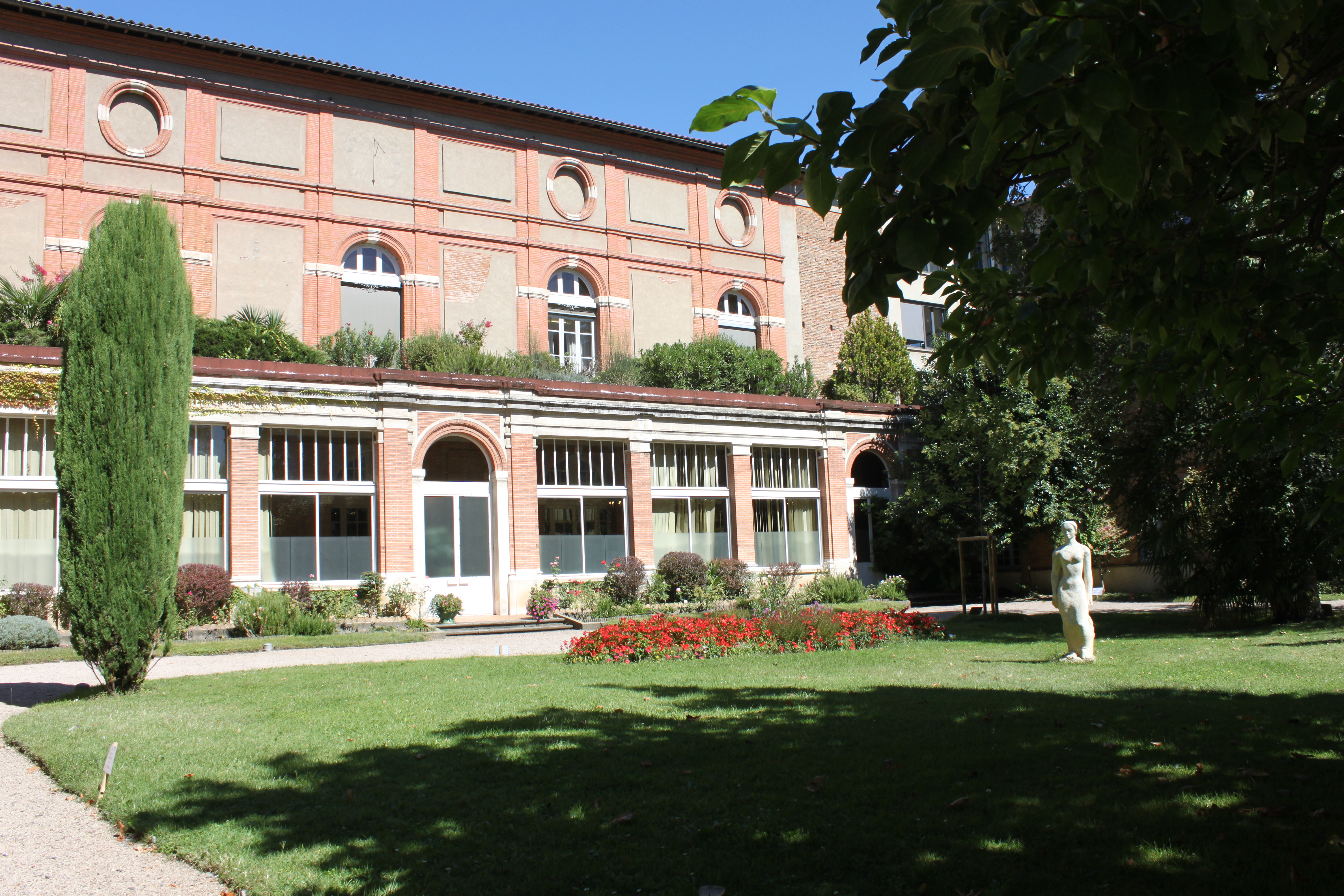
Palais archiépiscopal : jardin.
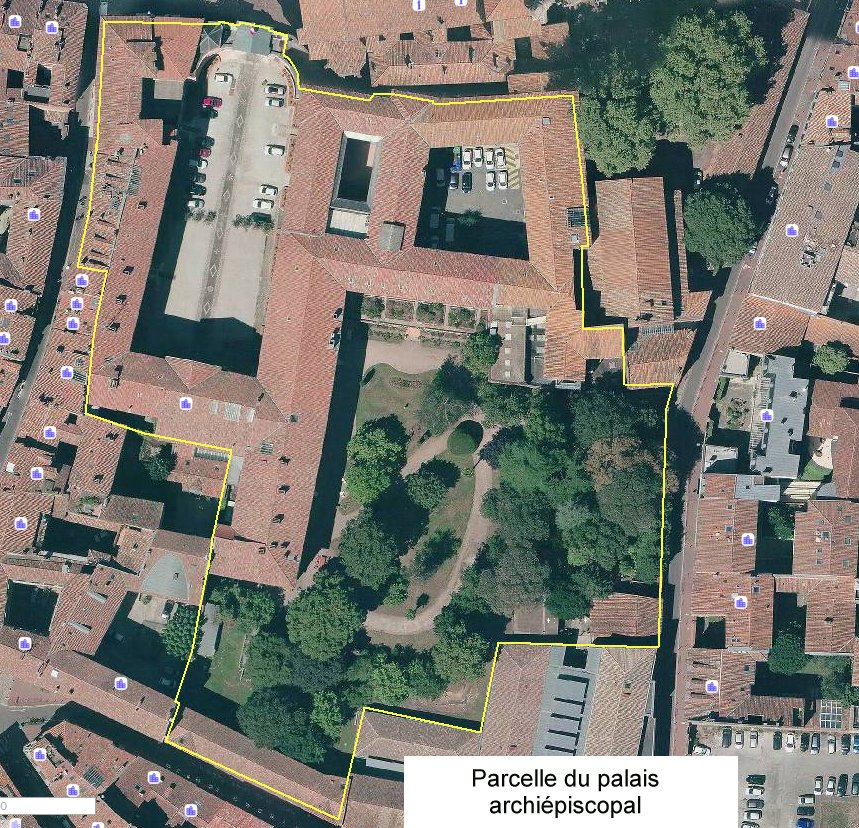
Vue de la parcelle du palais archiépiscopal.

### Hôtel de Guillaume de Niel, dit «hôtel du Silence»
Situé aujourd'hui au n°3 rue Genty-Magre, l'hôtel est construit au cours du XVIIe siècle à l'emplacement de trois maisons, dont l'une servait d'entrée, au XVIe siècle, à l'hôtellerie du Château-de-Milan. Dans le premier quart du XVIIe siècle, l'hôtellerie et une maison voisine sont réunies et forment un hôtel qui appartient à Guillaume Catel entre 1606 et 1626, puis à Antoine Crozat, marchand et banquier, capitoul en 1673-1674 et en 1683-1684, seigneur de Préserville et de Bartecave. C'est là que grandit son fils Antoine II Crozat, richissime banquier et armateur négrier. L'hôtel appartient ensuite au dramaturge Jean Galbert de Campistron de 1705 à 1723. Il est reconstruit après 1775 par Guillaume de Niel, juge des gabelles du Languedoc, seigneur de Muret et de Mauressac, qui a acquis les maisons voisines. Sous Louis XVIII, après l'assassinat du général Jean-Pierre Ramel, l'hôtel aurait été donné au chirurgien Gabriel Flotard pour payer son silence lors du jugement des assassins : c'est de là que lui viendrait le surnom d'« hôtel du Silence ». 
L'hôtel s'organise autour d'une vaste cour. Les corps de bâtiment sur la cour s'élèvent sur trois étages couronnés d'une corniche. Les fenêtres rectangulaires sont également surmontées d'une corniche,.

### Autres hôtels, portails ou éléments duXVIIesiècle

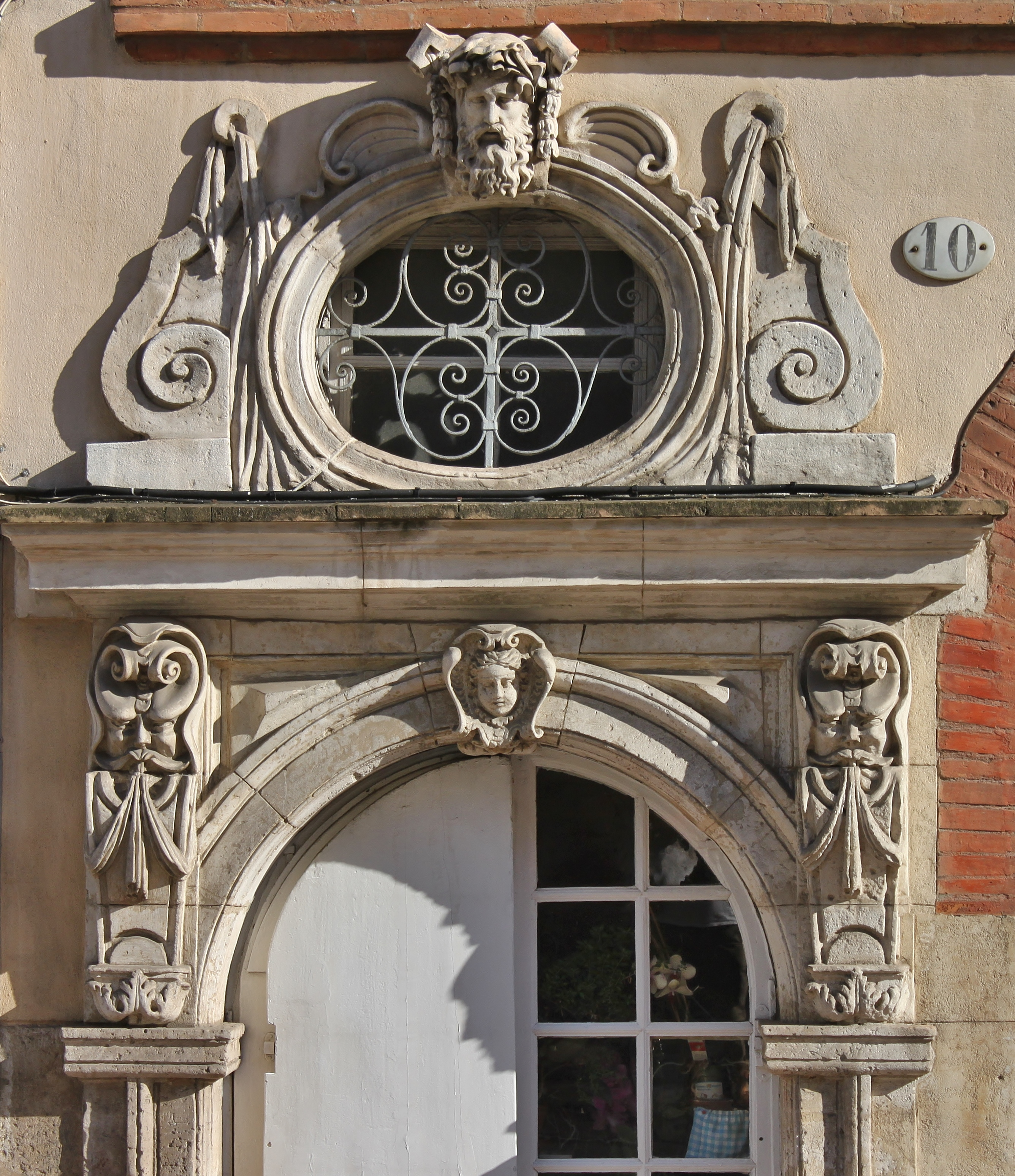
Encadrement de porte de l'ancien hôtel du capitoul Raymond d'Aymeric.
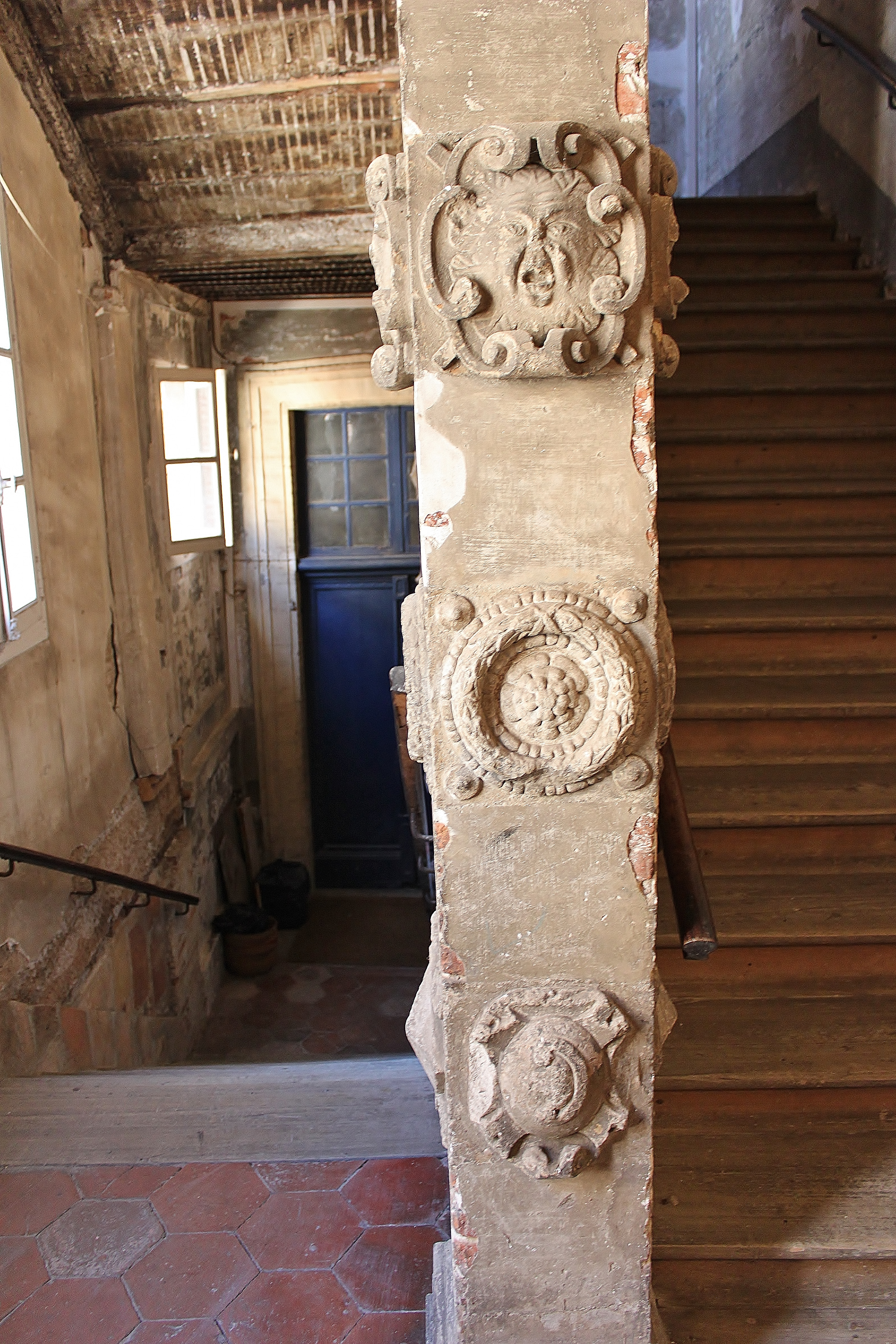
Escalier de l'hôtel Ricardy, vers 1609.
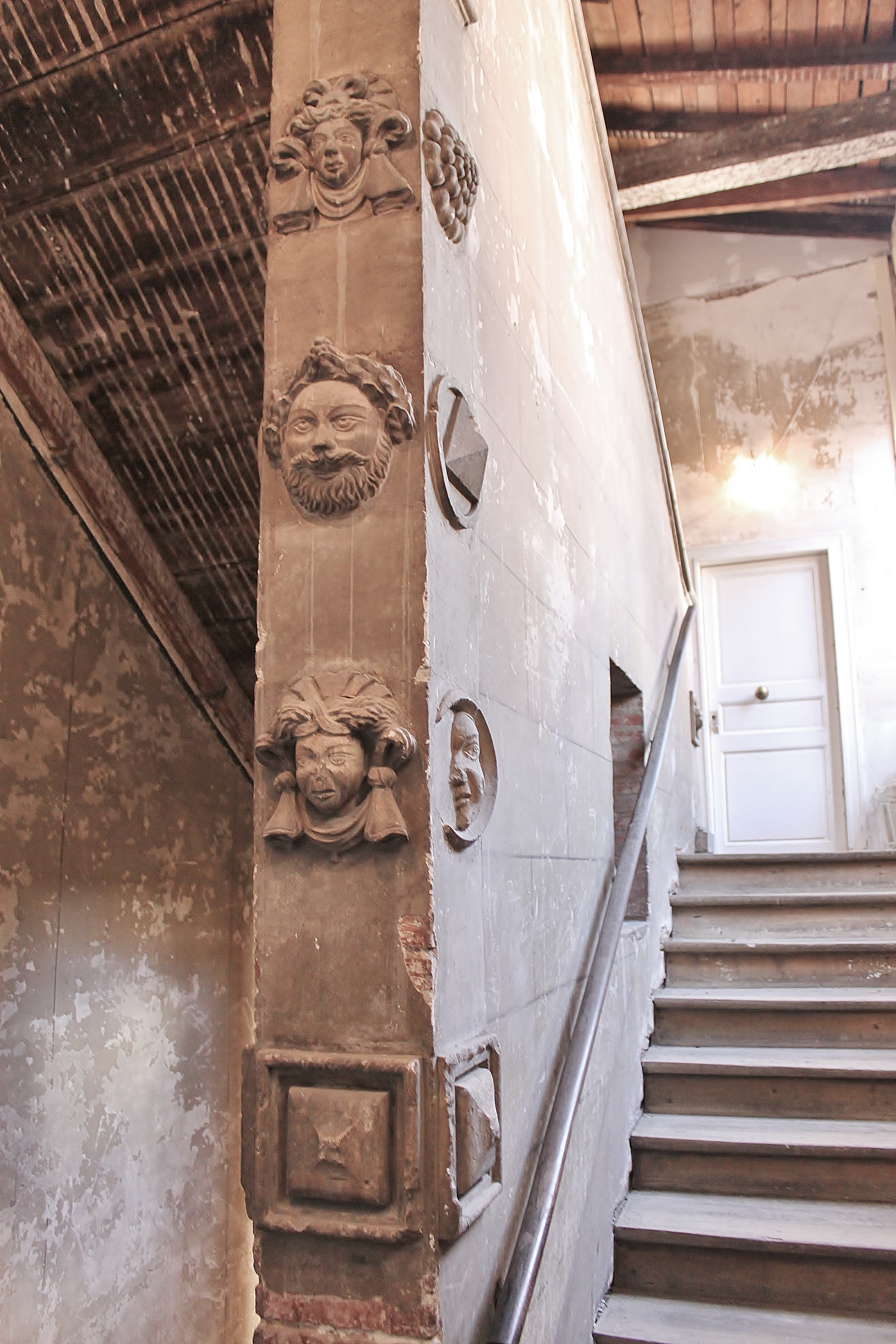
Escalier de l'hôtel Ricardy.
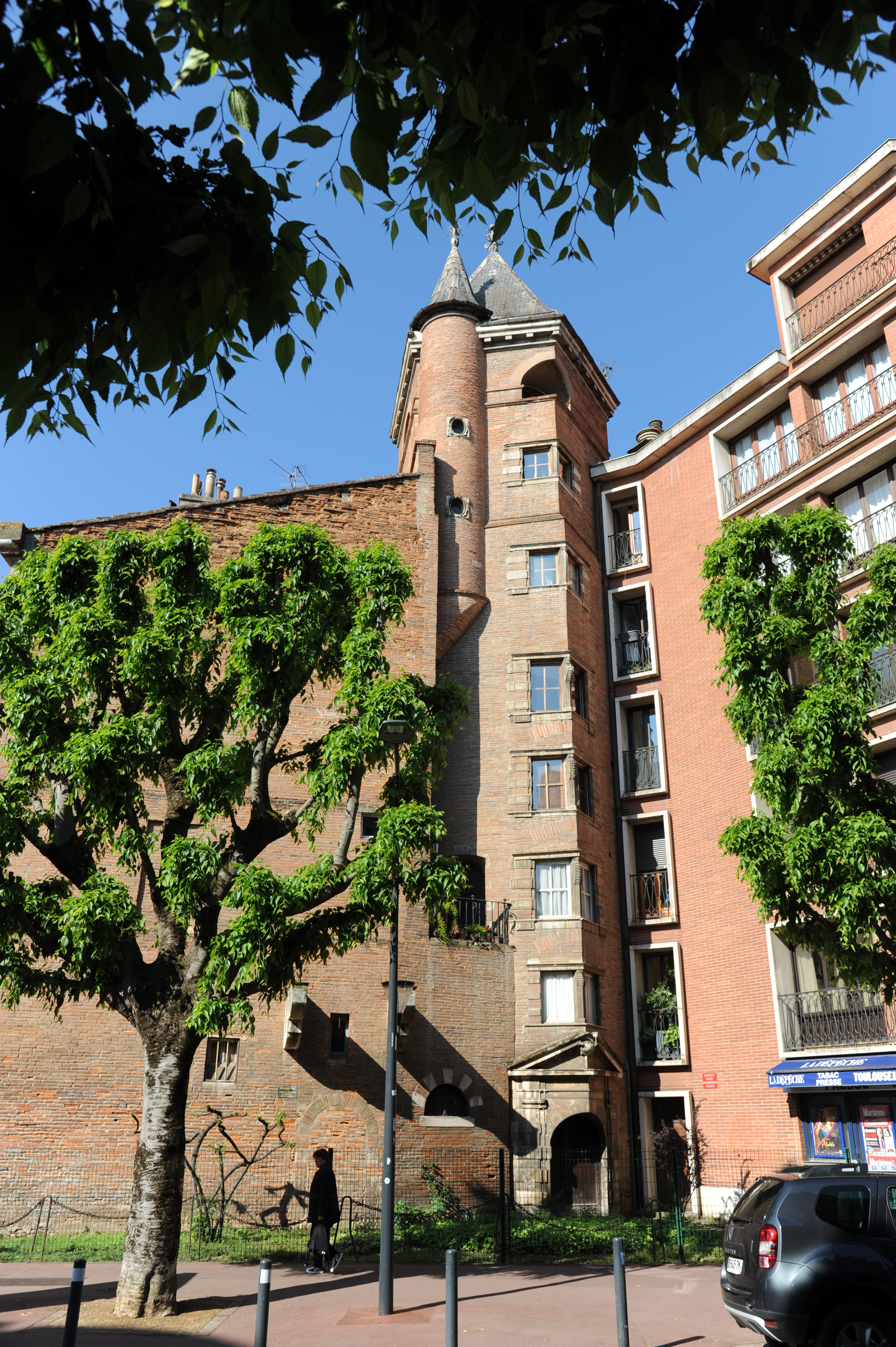
Hôtel de Baderon-Maussac.
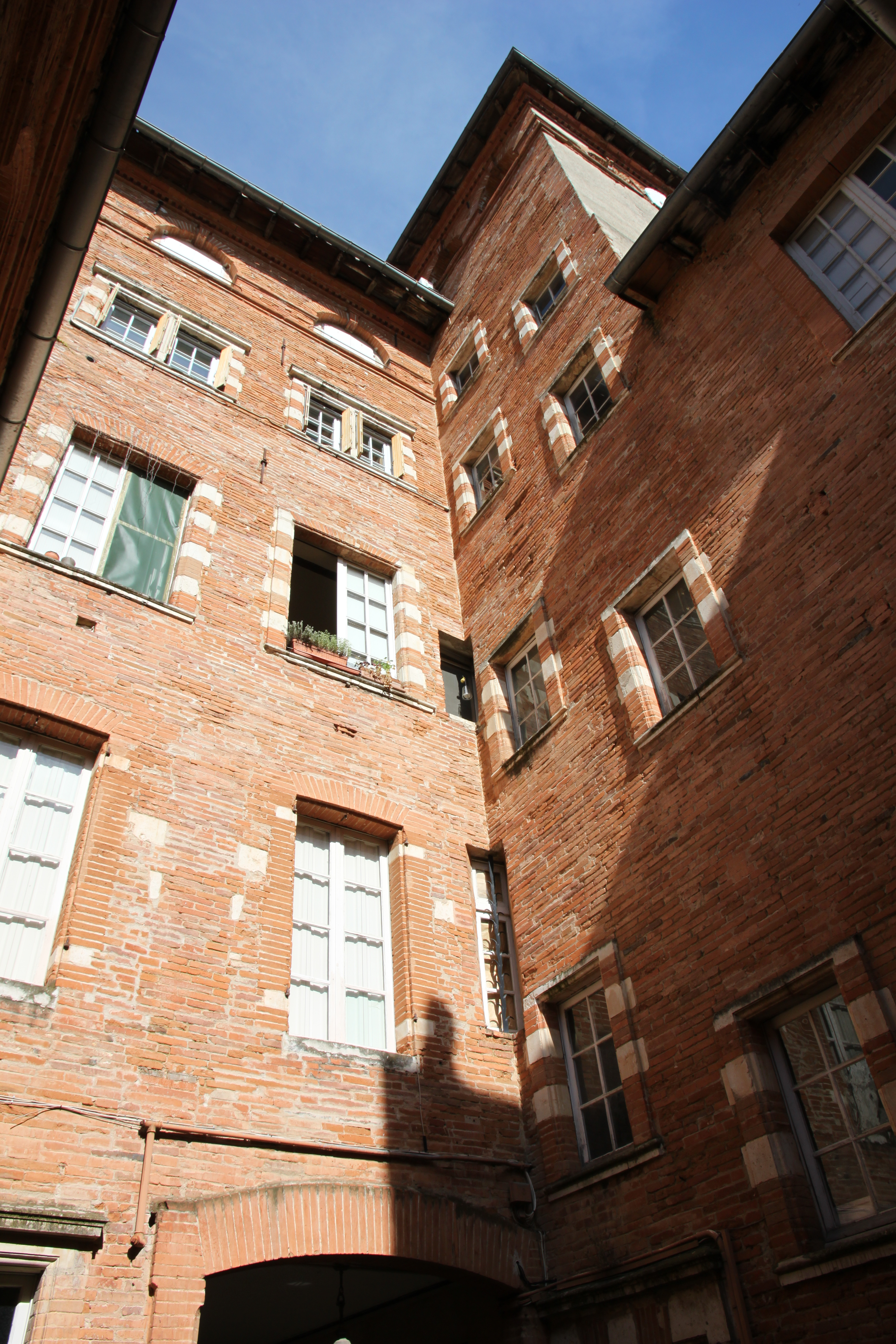
Cour de l'hôtel de Boysset.
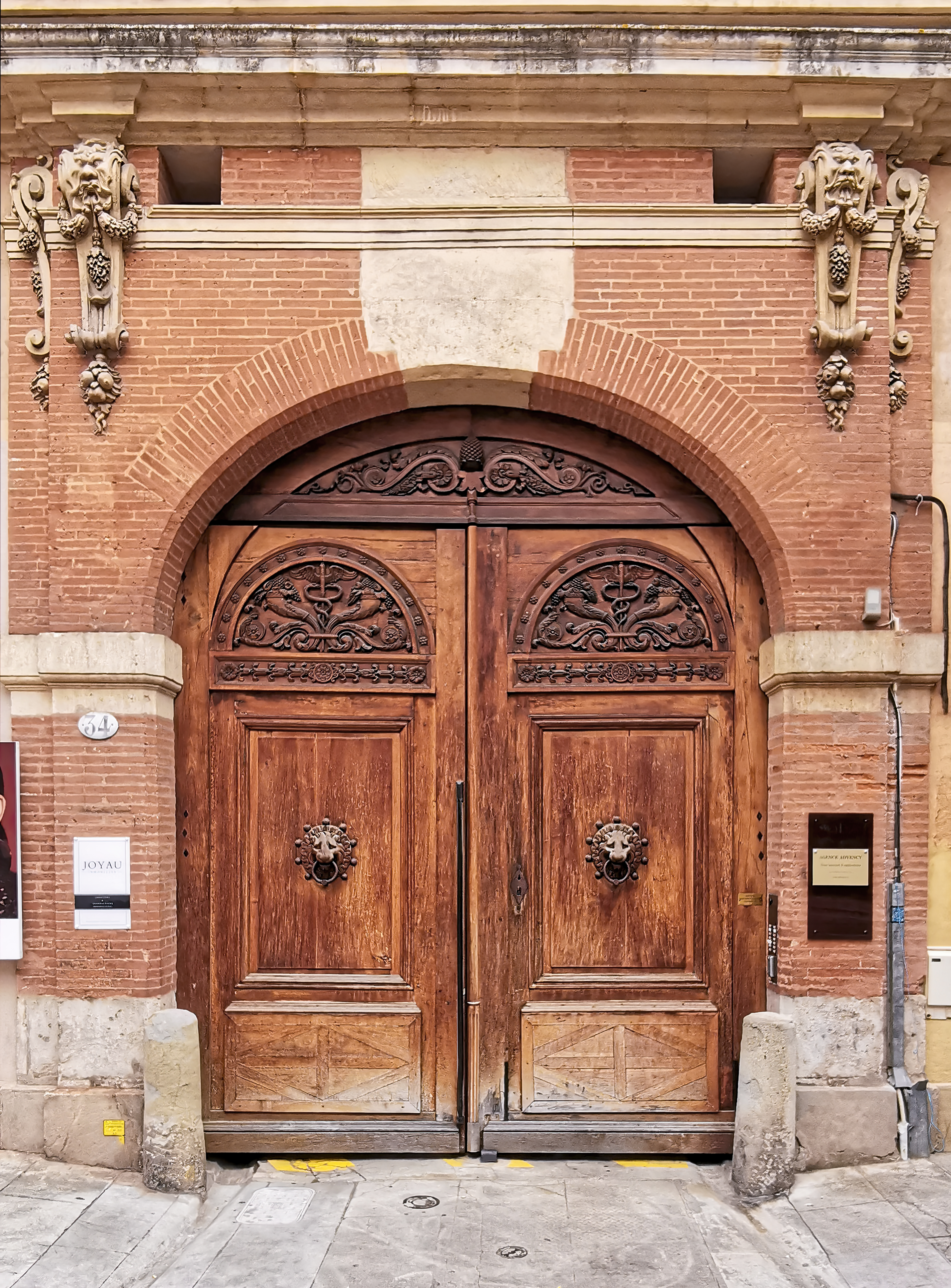
Hôtel de Puymaurin, portail.
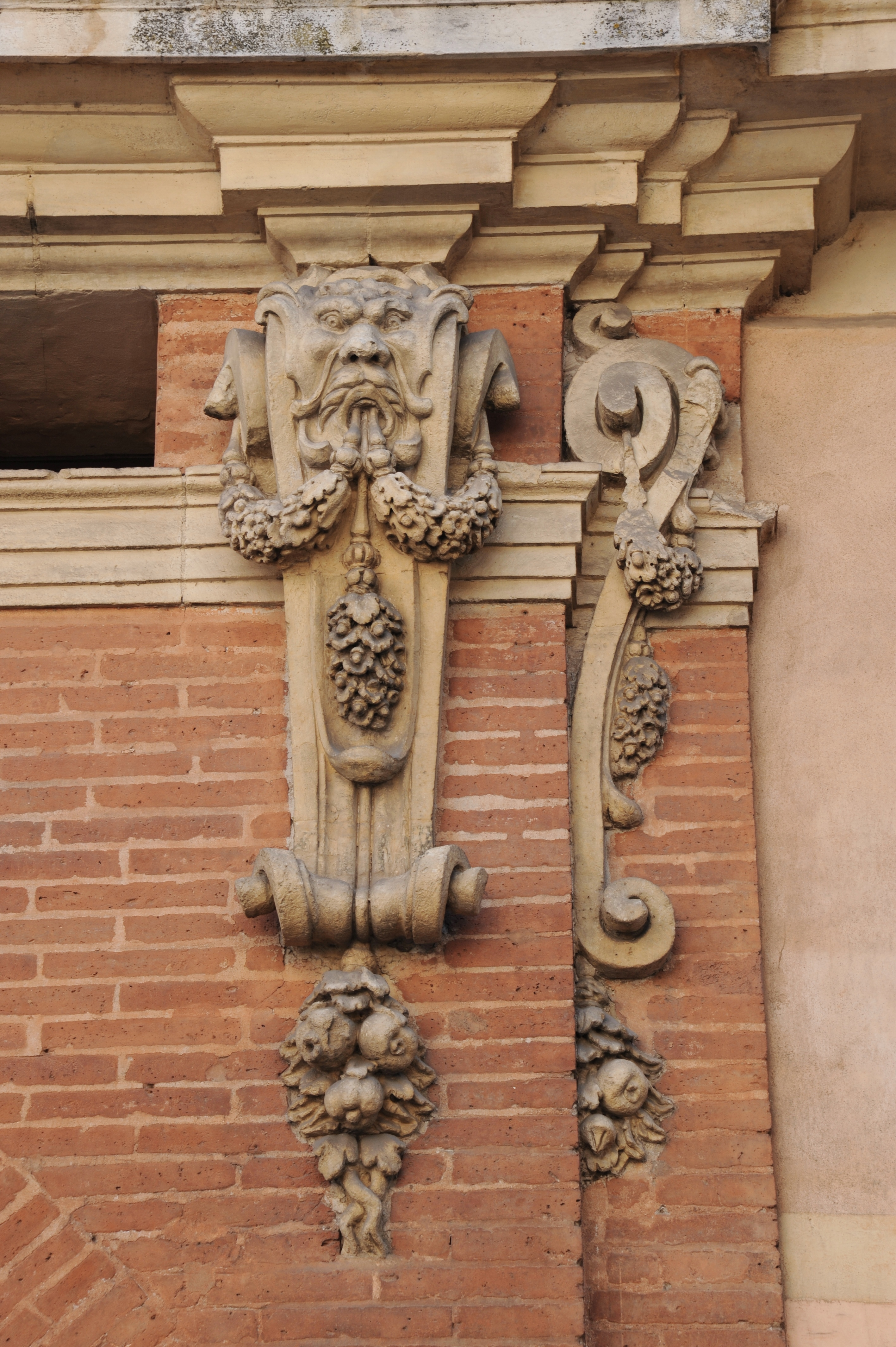
Hôtel de Puymaurin, détail du décor.
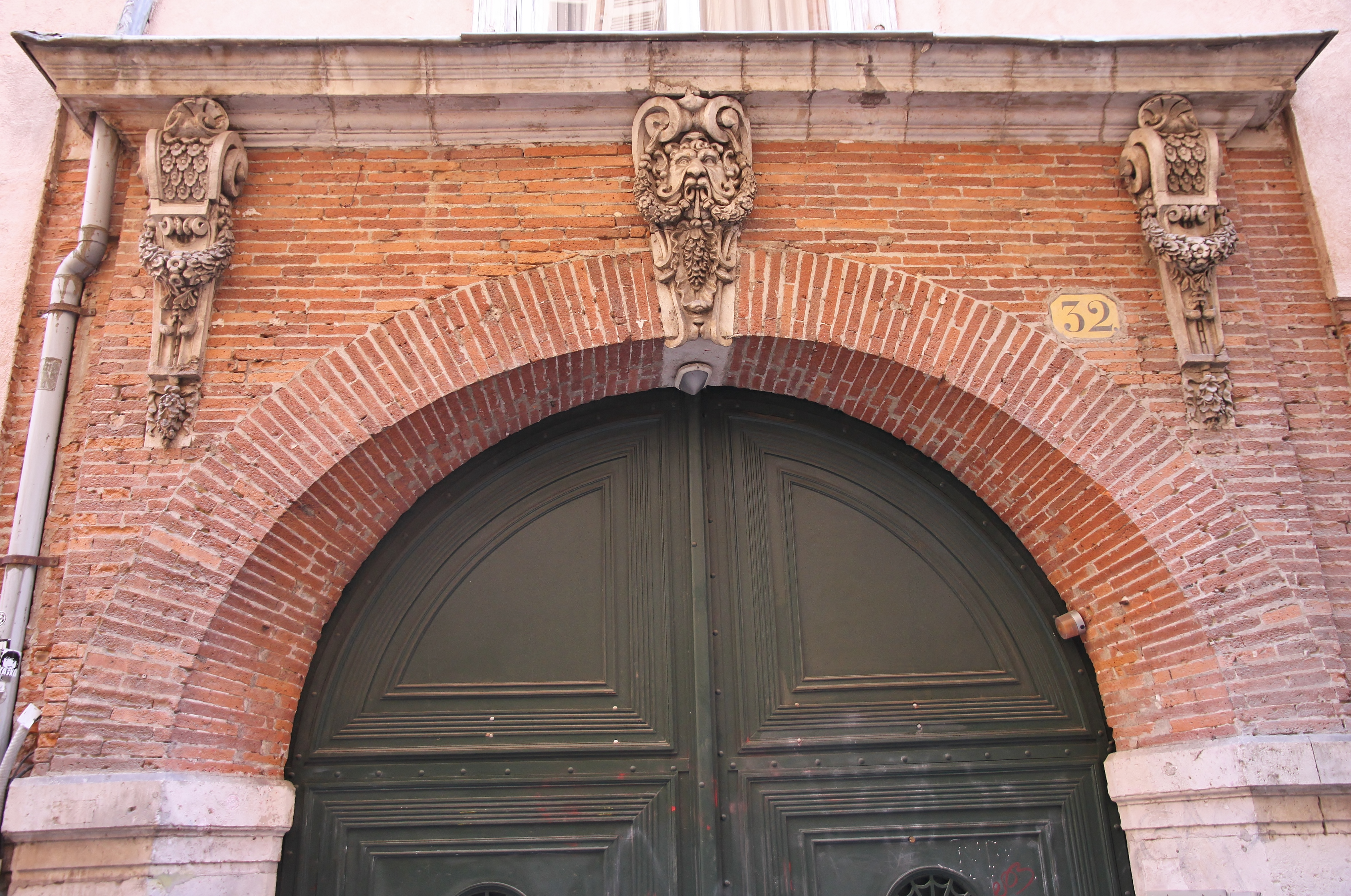
Portail d'un hôtel rue des Paradoux.
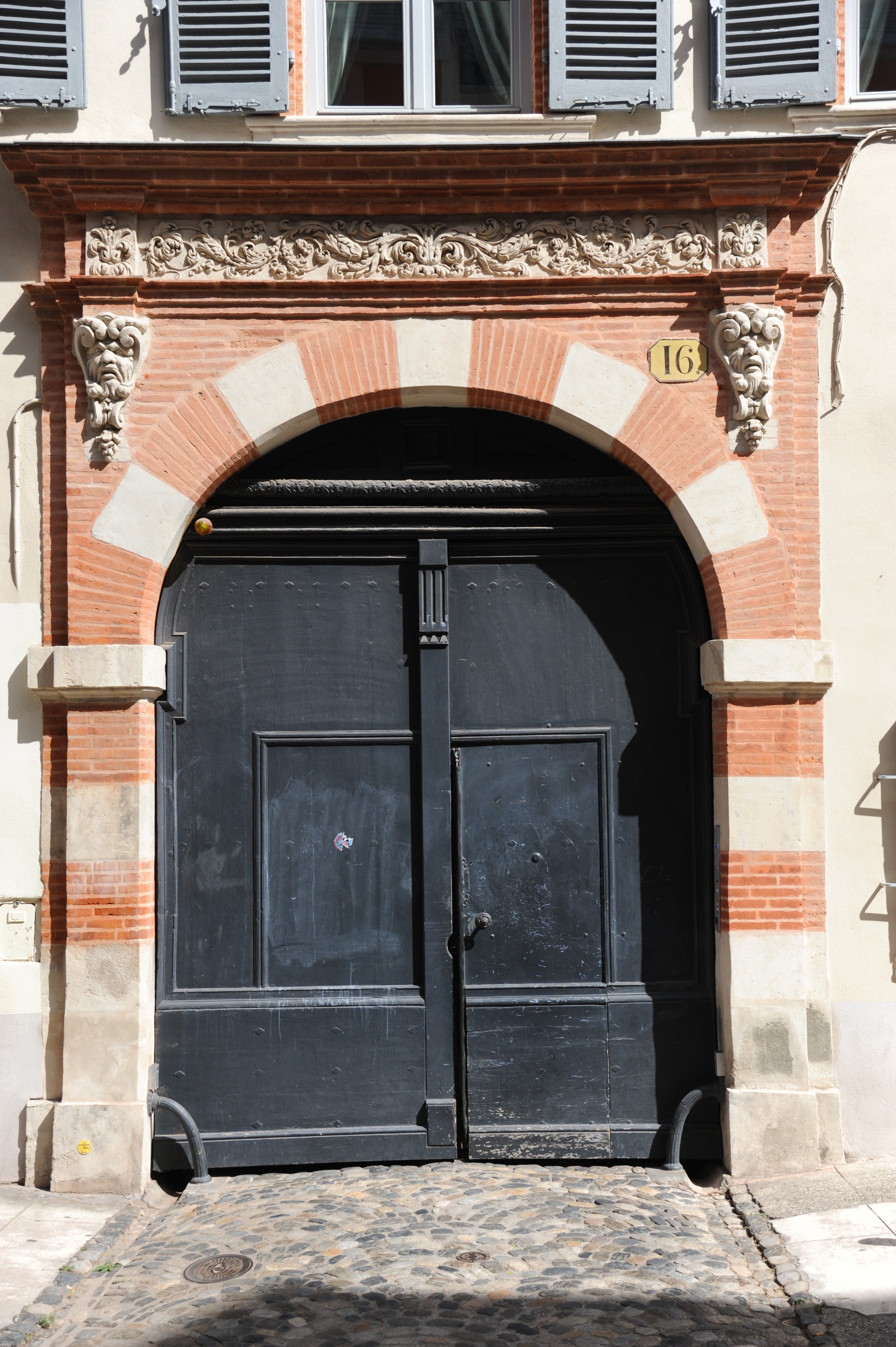
Hôtel de Villepigne, portail.
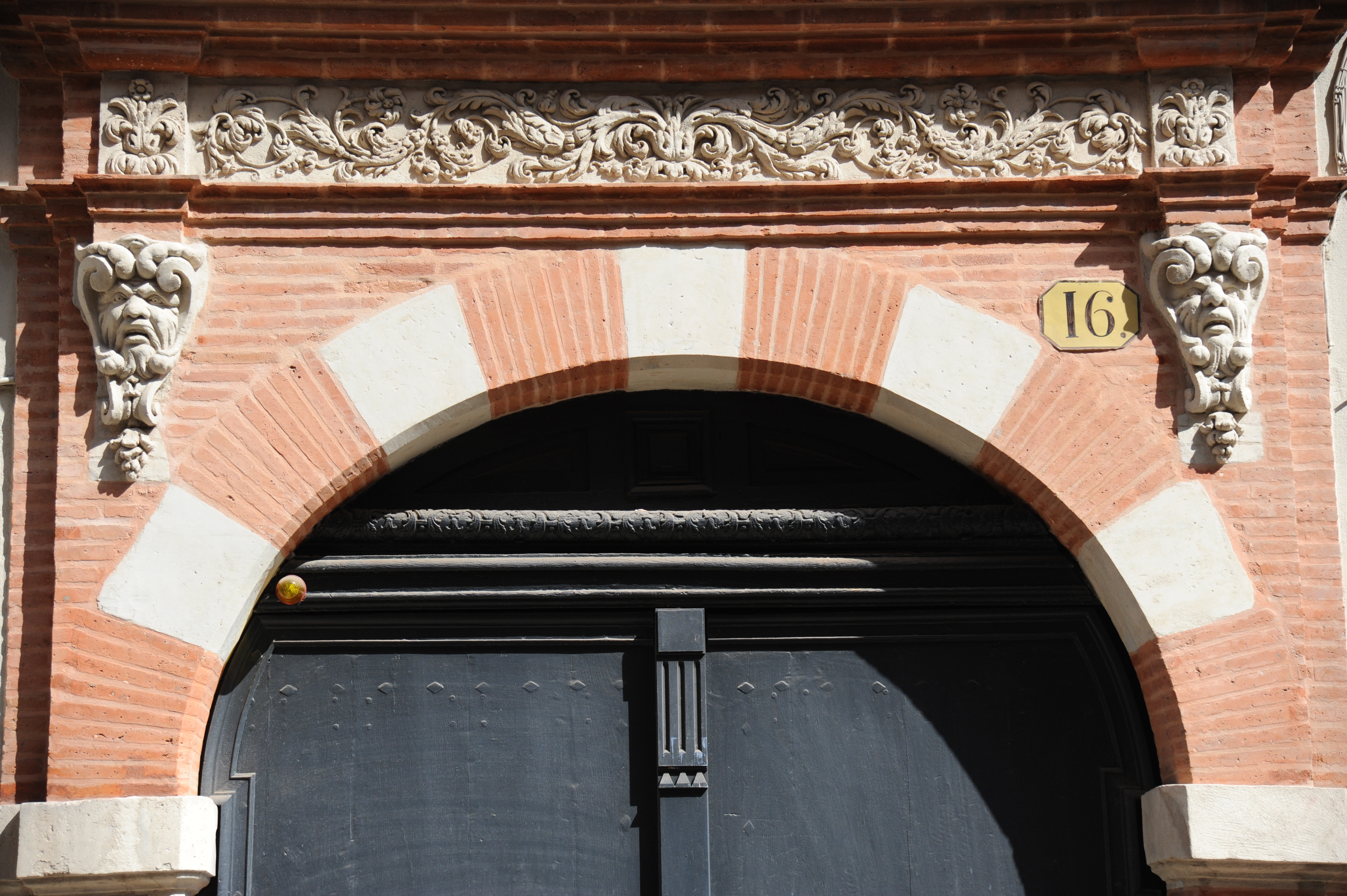
Hôtel de Villepigne, détail du portail.
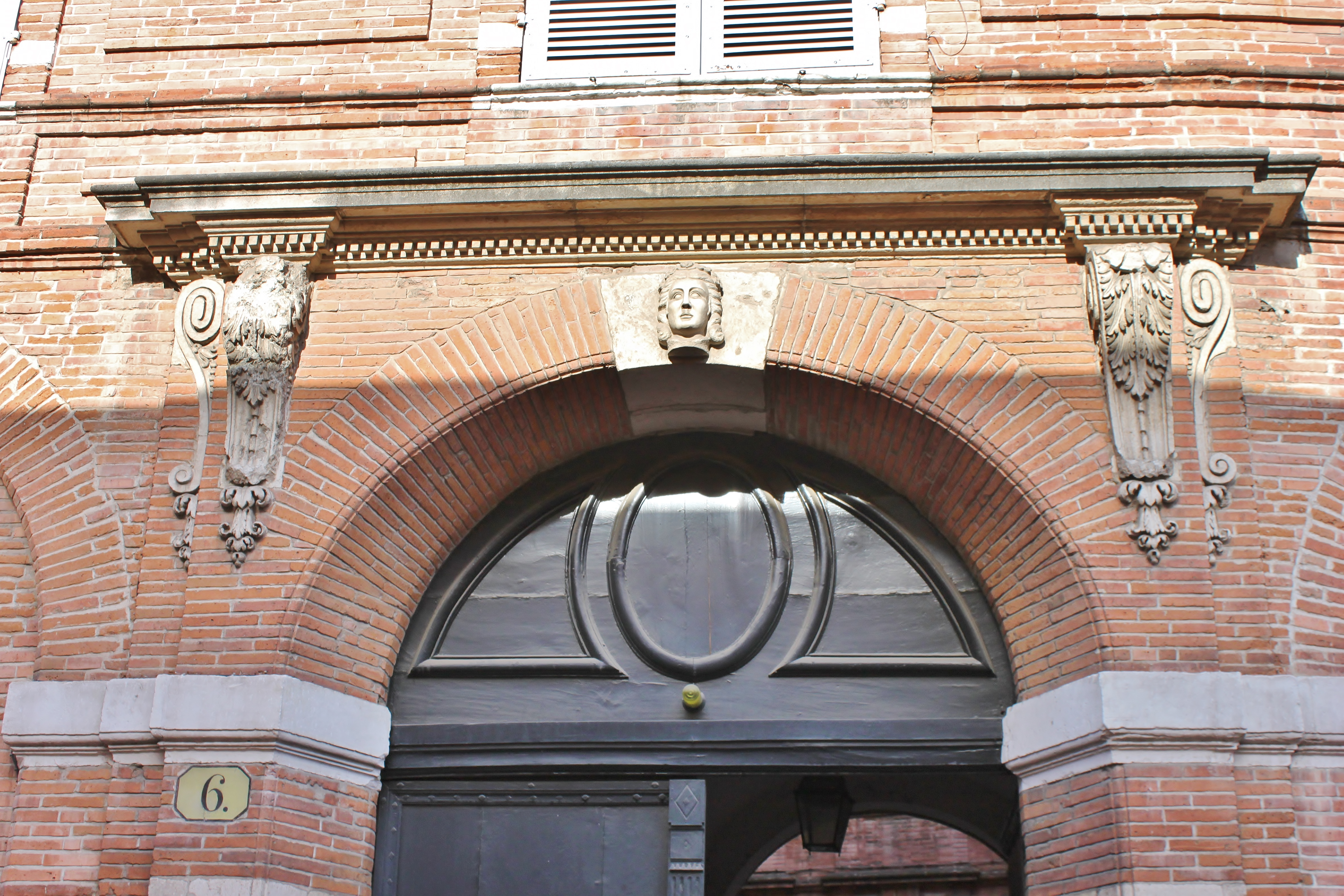
Hôtel d'Aliès, portail.
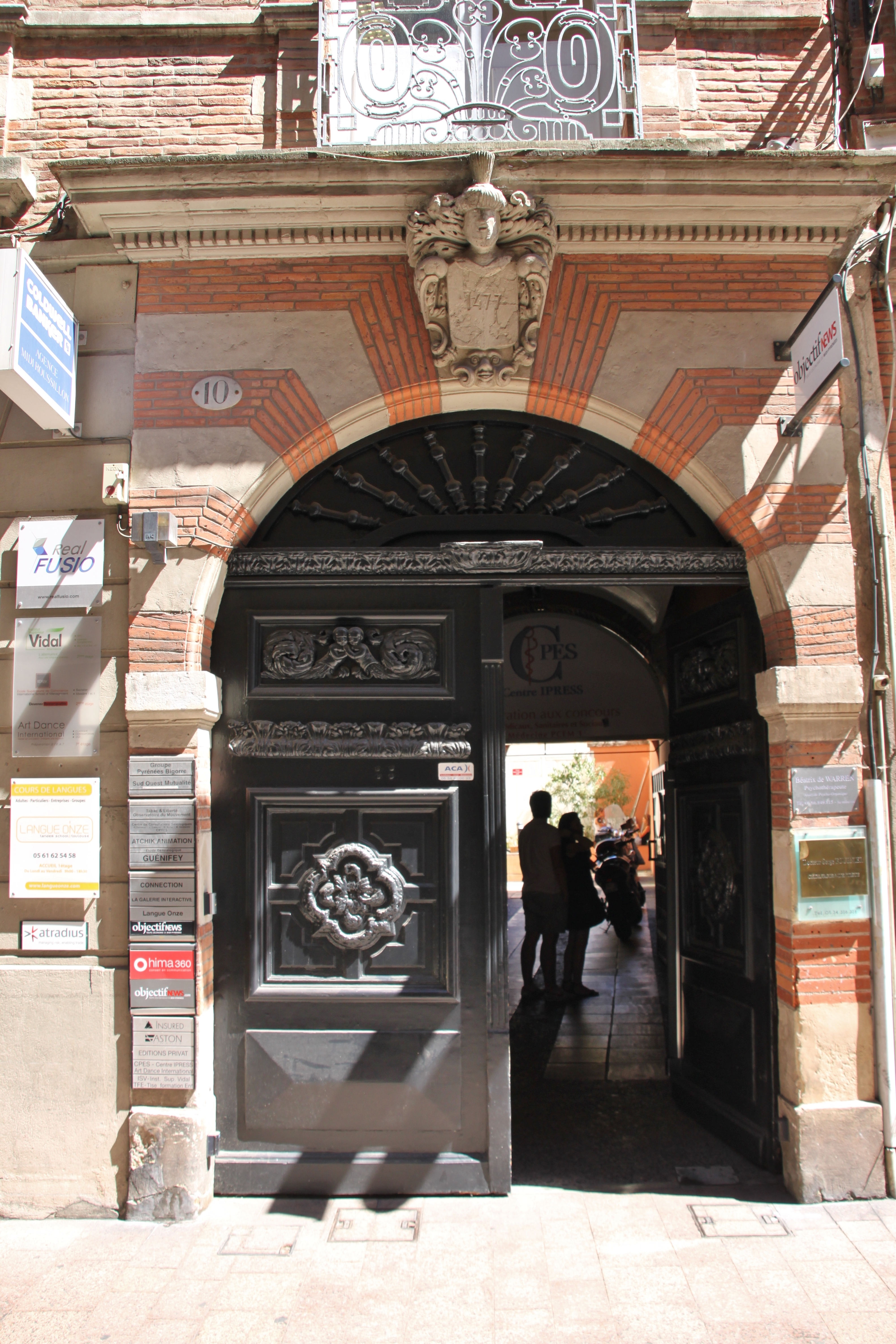
Hôtel Dupuy-Montaut, portail.
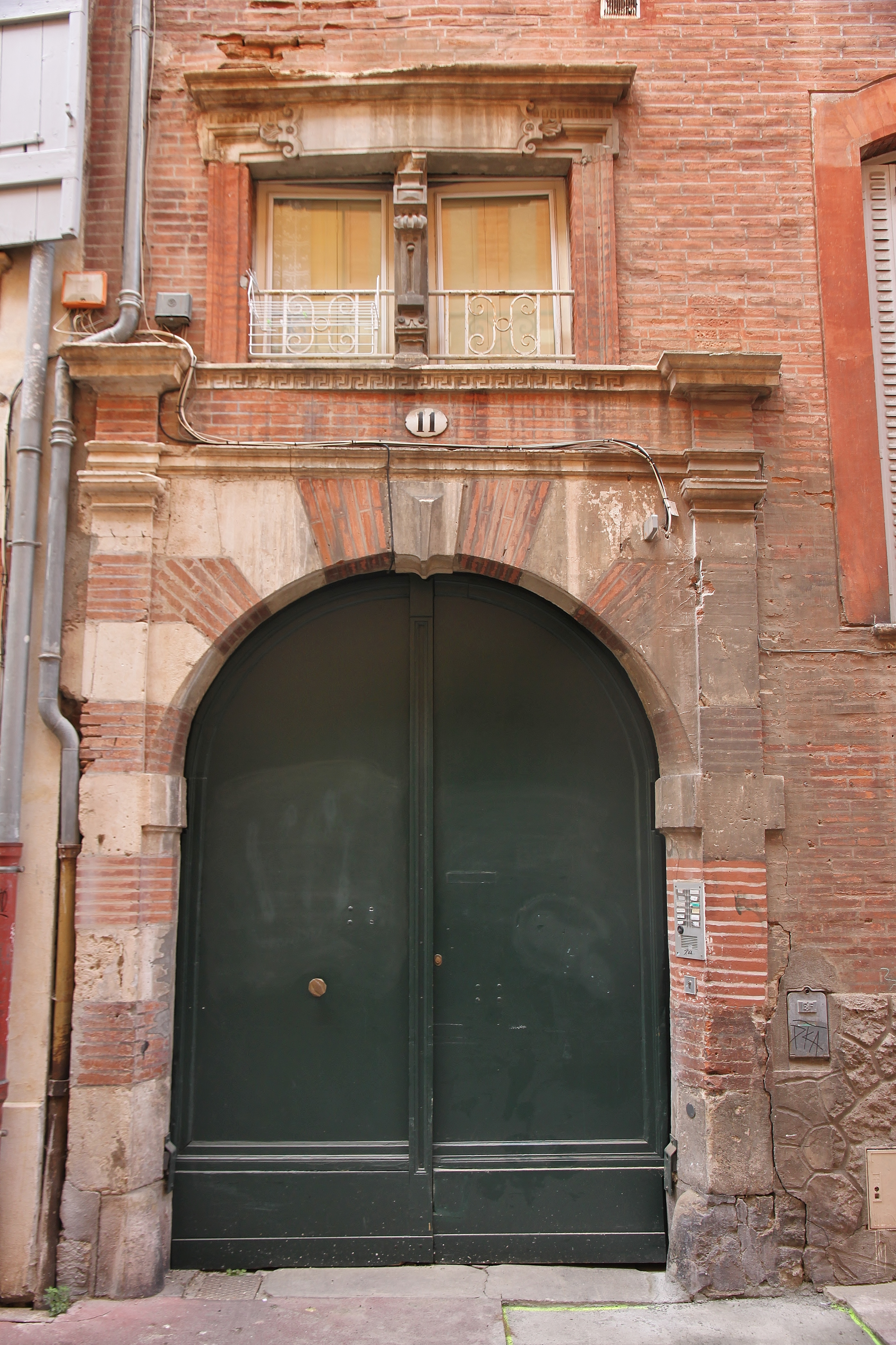
Hôtel Hébrard, portail.
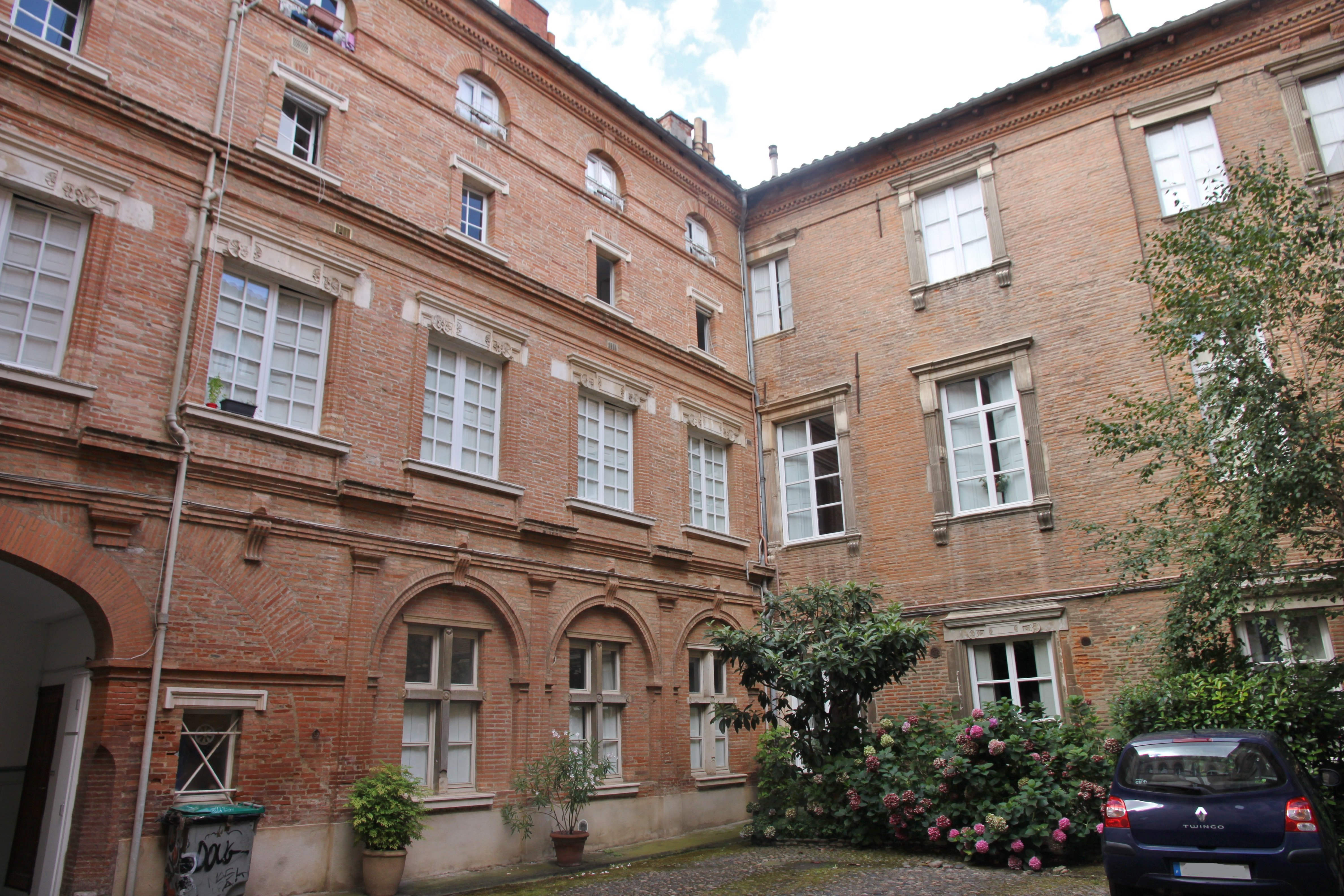
Hôtel Hébrard, cour.

## LeXVIIIesiècle
En plus d'un hôtel particulier en ville, les parlementaires possèdent généralement des châteaux, métairies ou tuileries à la campagne dont ils tirent des revenus, notamment par la vente du blé et du maïs. Mais le commerce du maïs n'est pas celui du bois d'ébène, et les revenus de la noblesse toulousaine sont à cette époque largement inférieurs à ceux des ports actifs ou de la capitale. Ce relatif manque de moyens n'empêche pas la ville de chercher à s'embellir selon les goûts du temps : une politique de grands travaux occupe la deuxième moitié du siècle (quais de Garonne, grands jardins publics, promenades, boulevards...) et les capitouls font édifier la nouvelle façade de l'hôtel de ville. Mais le plus souvent la volonté d'embellissement passe par une surveillance plus rigoureuse des constructions et des alignements, les architectes de la ville s'appuient sur l'Académie royale de peinture, sculpture et architecture de Toulouse, fondée en 1750 et première académie royale de province dans ces arts, où les architectes apprennent et enseignent la doctrine la plus classique, héritée des préceptes de Jules Hardouin-Mansart et de Ange-Jacques Gabriel.
Les nouveaux hôtels particuliers toulousains s'inspirent, avec des dimensions moindres, du style des hôtels parisiens : on retrouve l'avant-corps à fronton, et la tradition toulousaine de la taille de la brique permet d'obtenir des refends imitant le grand appareil de pierre. Si quelques grands hôtels se développent « entre cour et jardin », rares sont cependant les surfaces autorisant une vaste cour, et on compte proportionnellement moins de grands portails qu'au siècle précédent. Les hôtels « sur le devant » sont alors alignés le long des rues, à l'instar de ceux de Montpellier ou d'Aix-en-Provence, et se caractérisent extérieurement par le refend autour de la travée centrale et par la richesse des balcons dorés ; ils peinent désormais parfois à se démarquer véritablement des immeubles bourgeois des grandes rues marchandes.
Jusque vers les années 1770 on continue à passer des badigeons à l'huile de lin pour rehausser la couleur de la brique et à souligner les bandeaux et la corniche au blanc de céruse, mais avec le triomphe du goût « à la grecque » s'impose la mode de la fausse pierre et de son uniformité de couleur blanche, entérinée en 1783 par un arrêté municipal faisant une obligation de blanchir les façades. Aujourd'hui souvent rendues au rouge de la brique, les façades fin XVIIIe siècle conçues pour être blanchies et élevées à l'imitation de l'architecture de pierre montrent toute la plasticité de la brique foraine.

### L'hôtel de Nupces
Adresse : 15 rue de la Bourse. Inscrit MH.
Sans doute bâti autour de 1720 pour Jean-Georges de Nupces, conseiller au Parlement en 1674 puis président à mortier en 1701, l'hôtel de Nupces est un hôtel entre cour et jardin. Un imposant portail à assises alternées de pierre et de brique ouvre sur une cour d'honneur dont les élévations évoquent la solennité et la richesse des constructions du grand siècle. Les ailes, plus basses que le corps central qui s'élève sur deux étages sur rez-de-chaussée, sont percées d'arcades en plein cintre ouvrant sur les écuries et les remises d'un côté et sur les communs de l'autre. La fenêtre d'axe est ornée d'un balcon de fer forgé et flanquée de deux colonnes ioniques surmontées de cratères à l'antique.

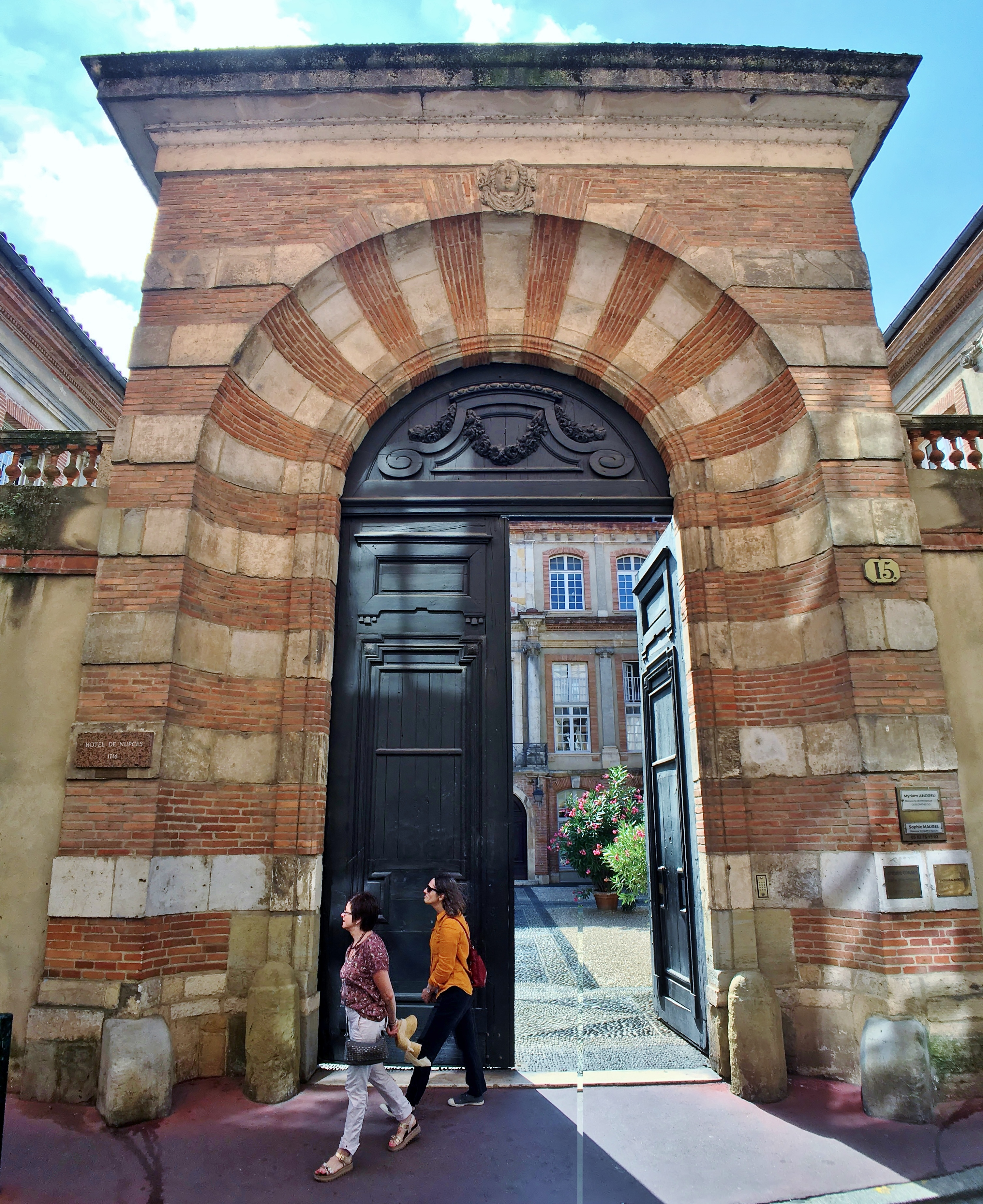
Hôtel de Nupces : portail.
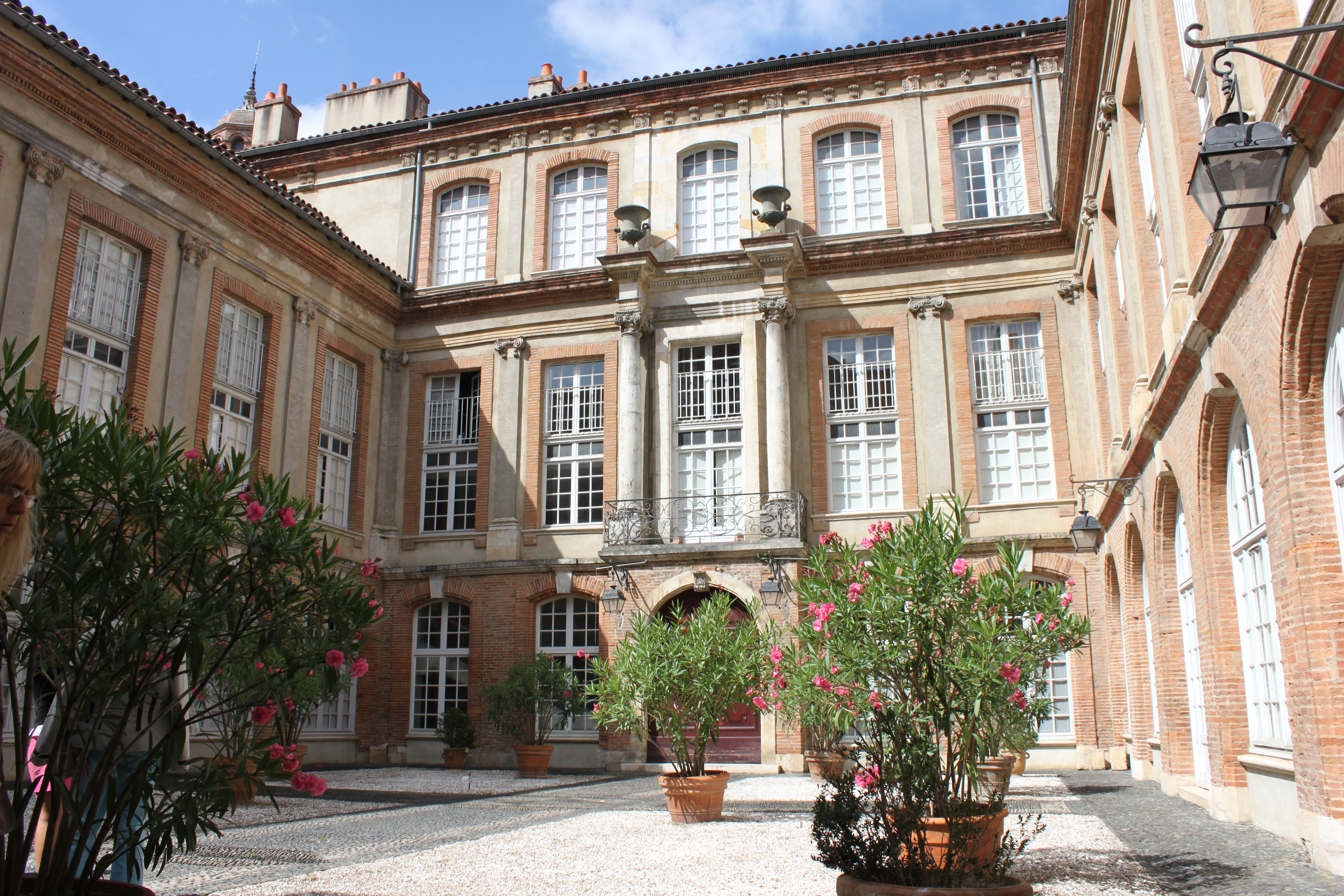
Hôtel de Nupces : cour d'honneur.
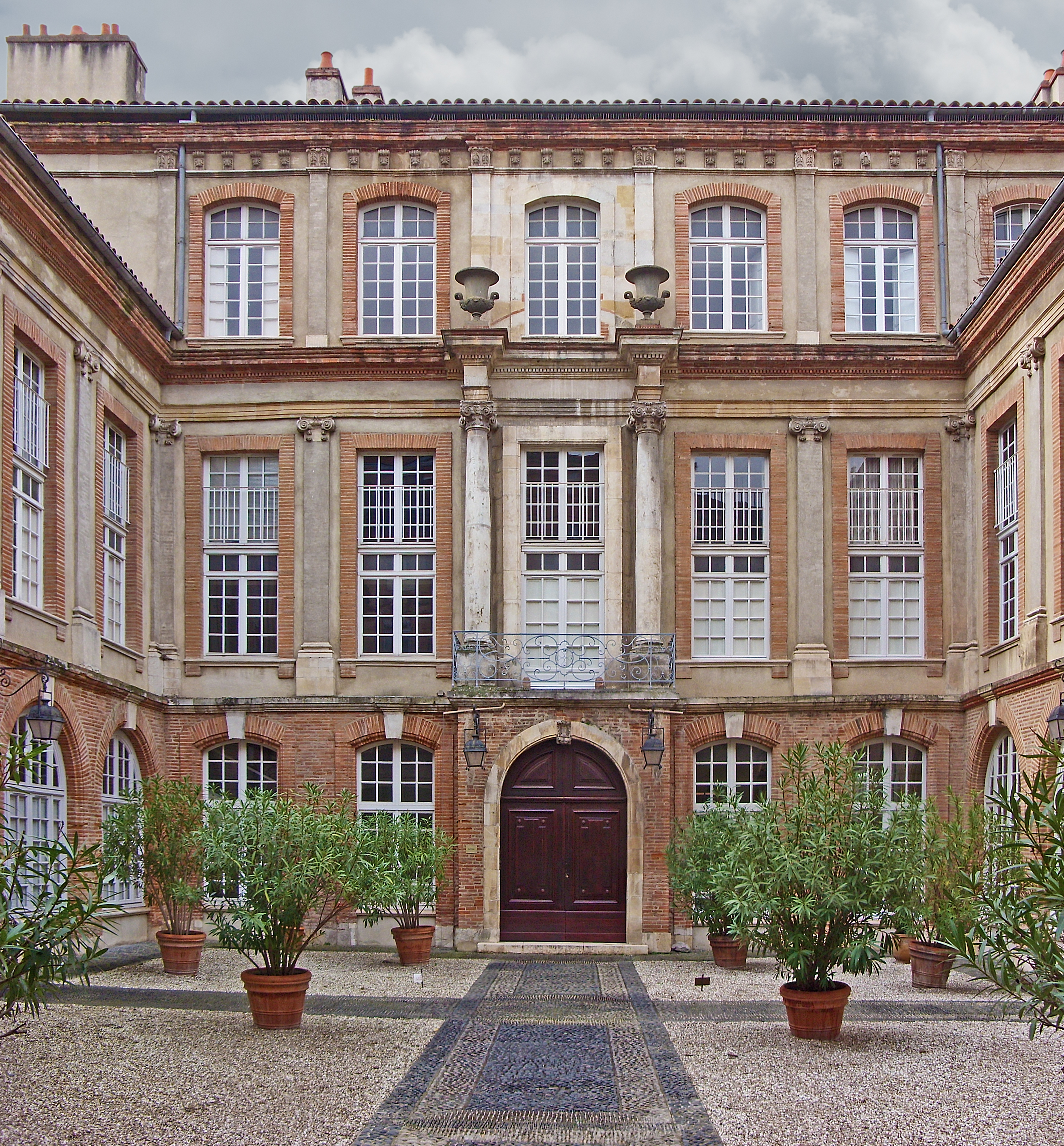
Hôtel de Nupces : façade principale.
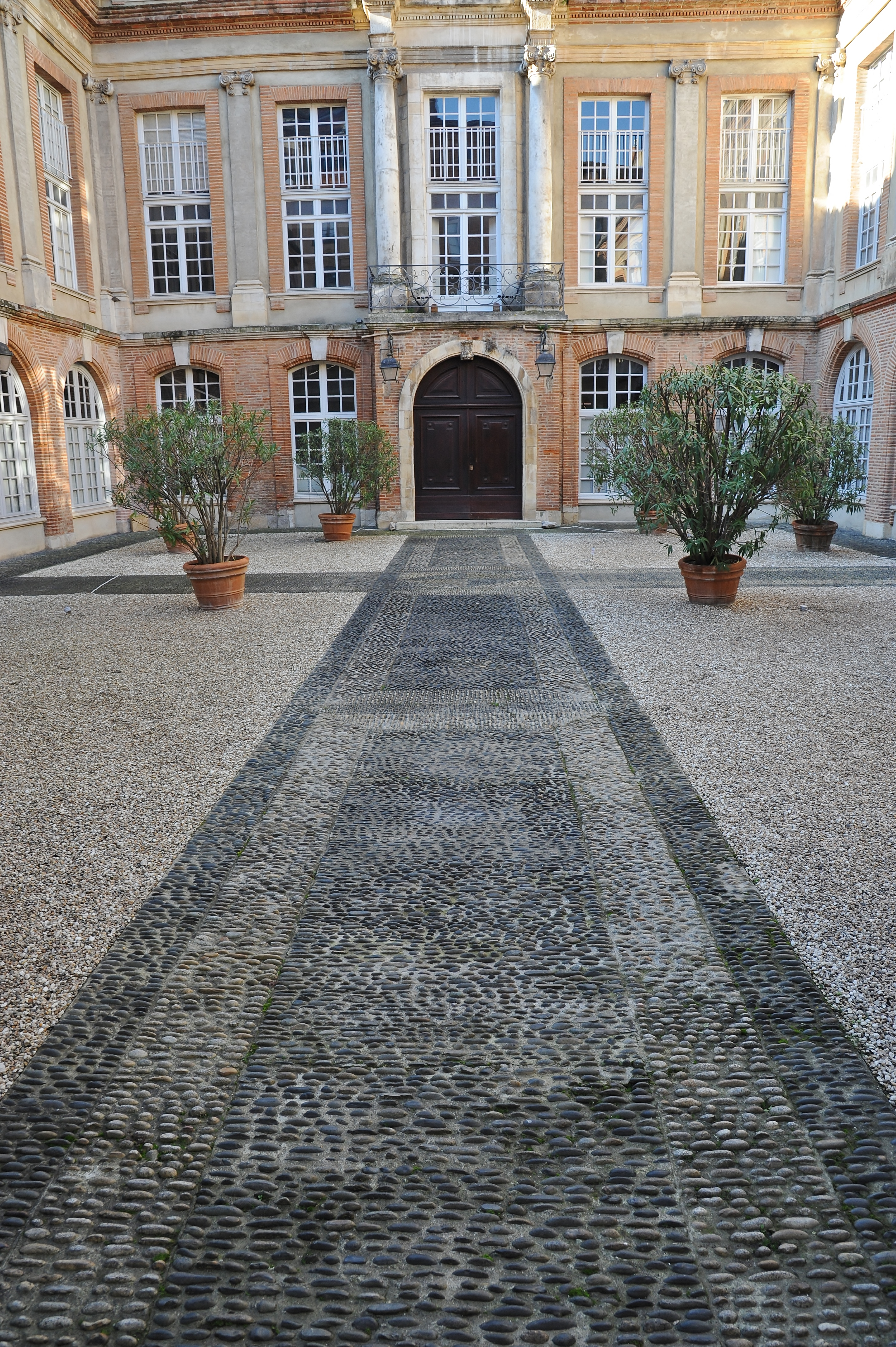
Nupces : calade de galets de Garonne dans la cour.
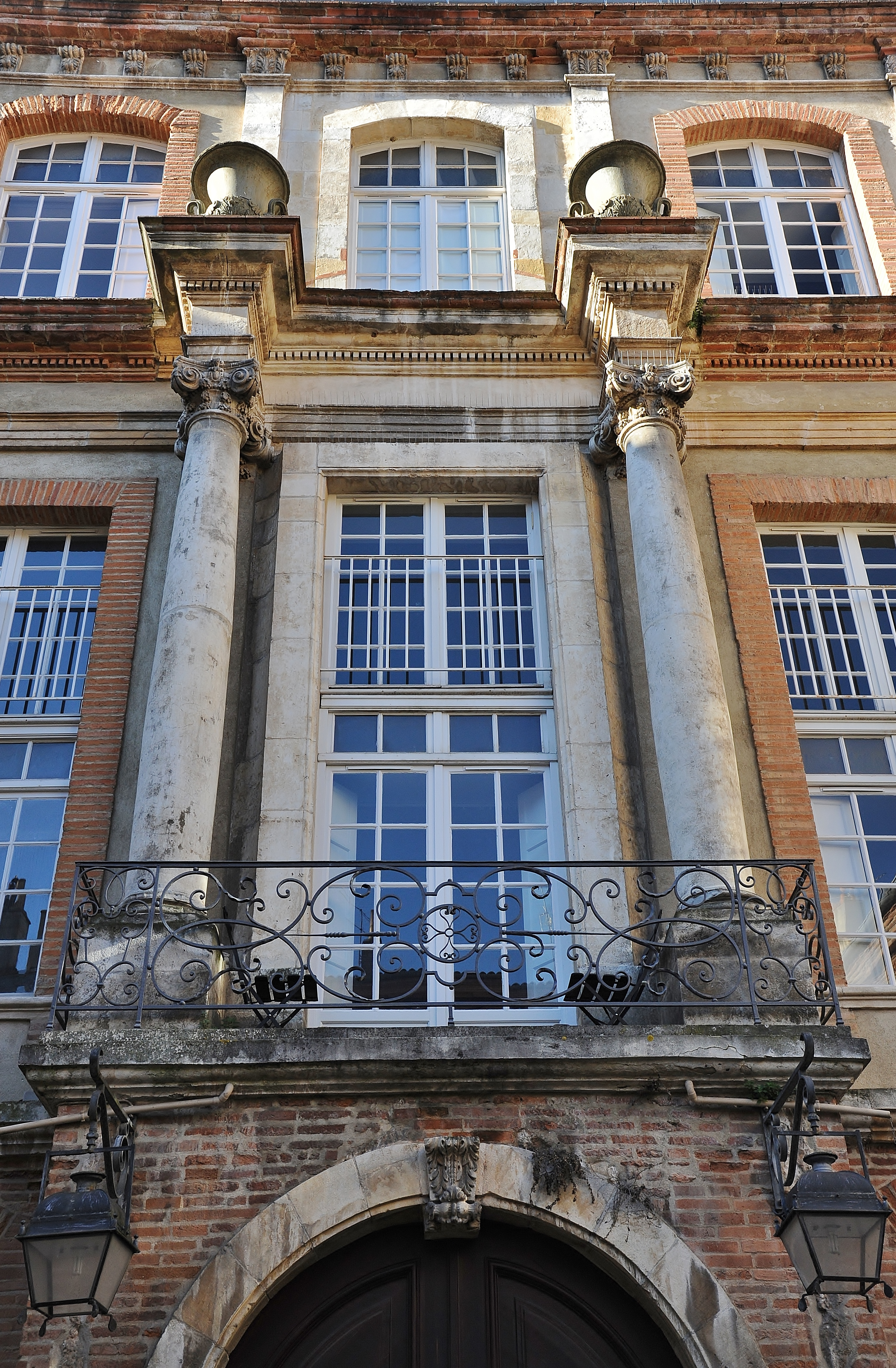
Nupces : travée centrale avec colonnes.
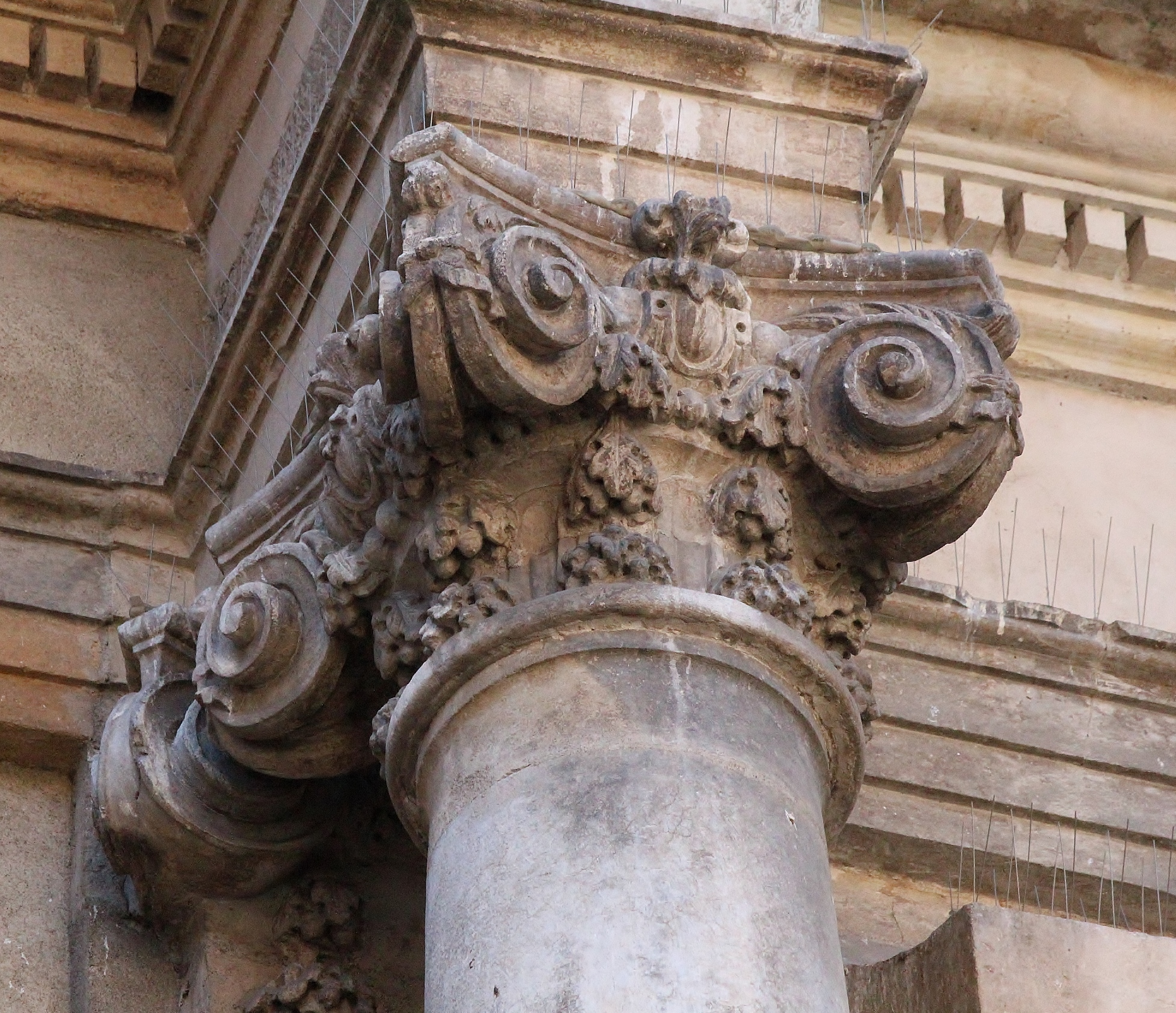
Nupces : chapiteau composite.
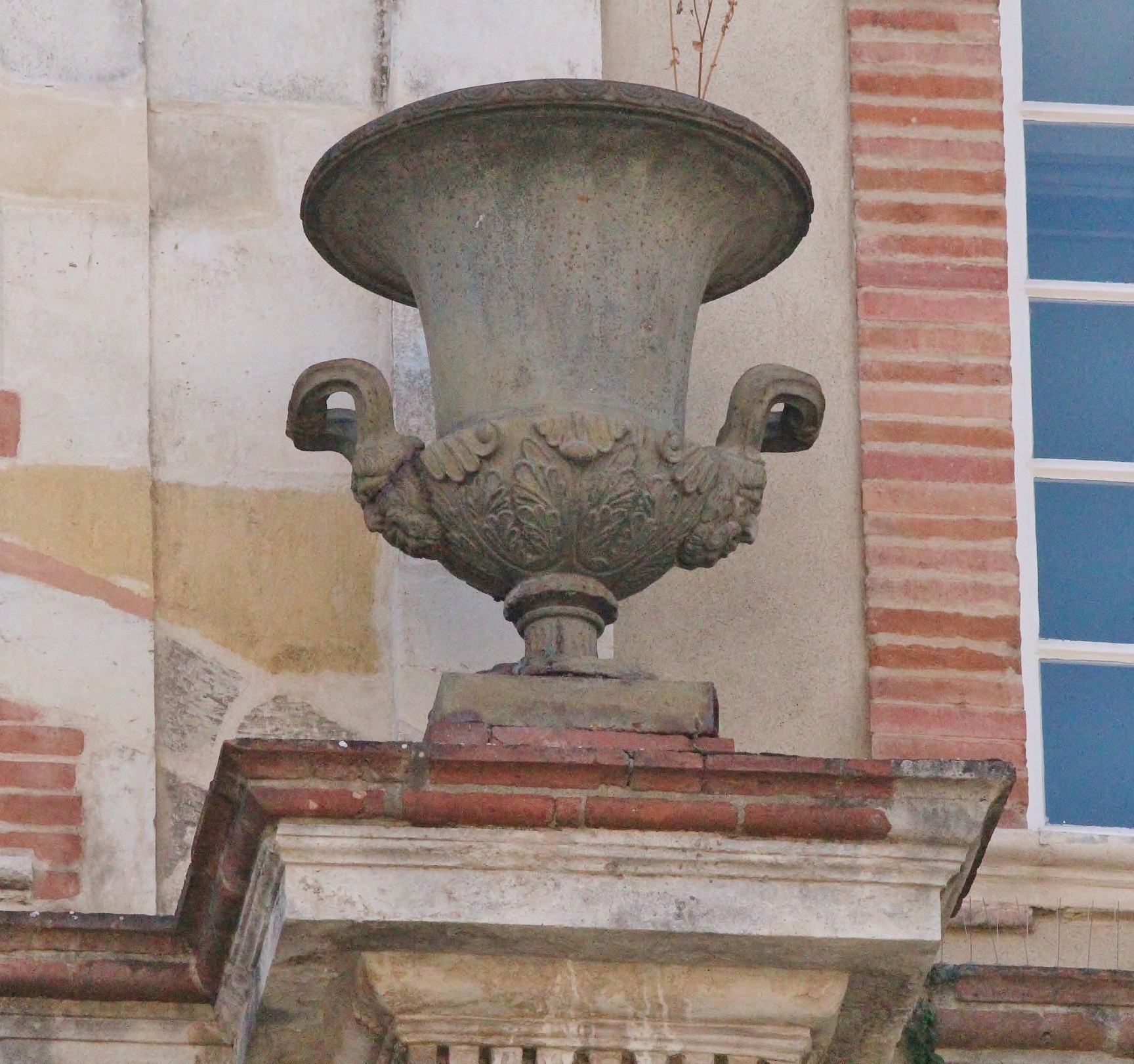
Nupces : cratère de bronze.
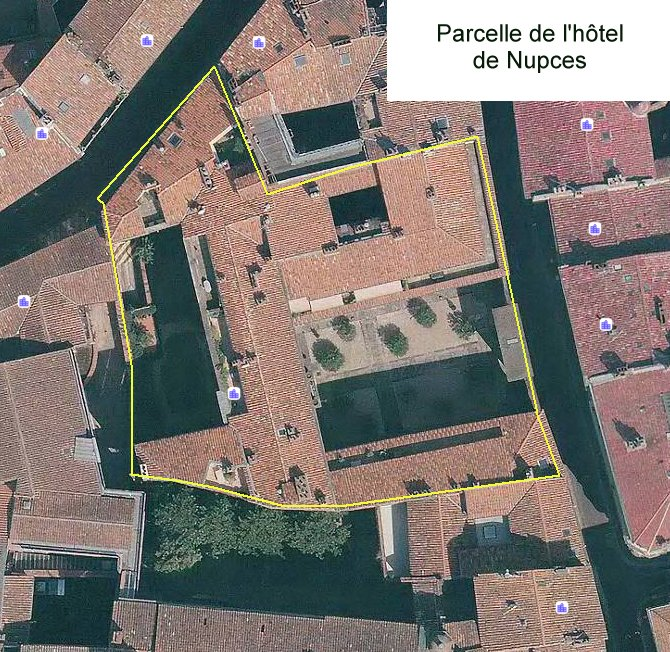
Vue de la parcelle de l'hôtel de Nupces.
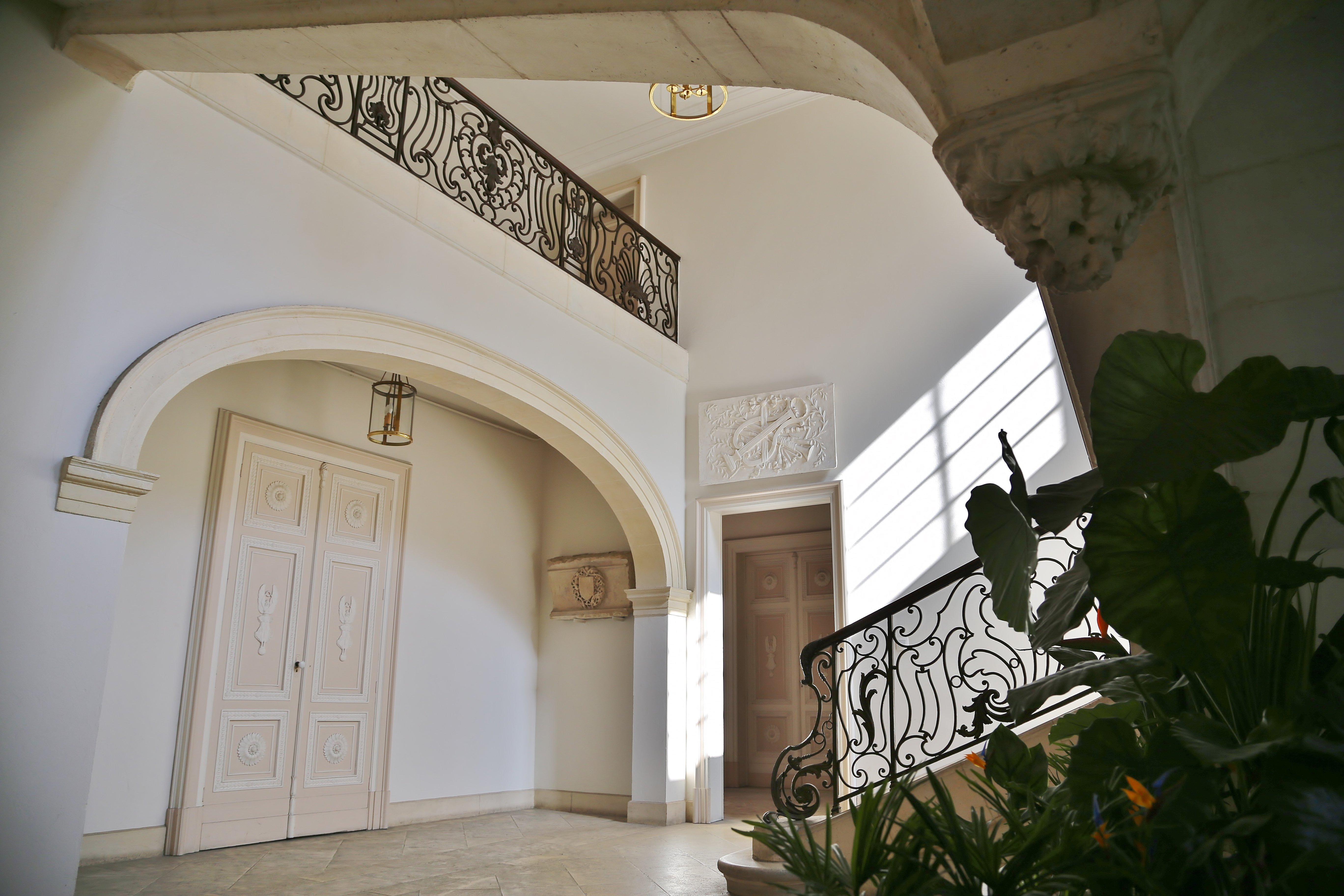
Cage de l'escalier d'honneur.
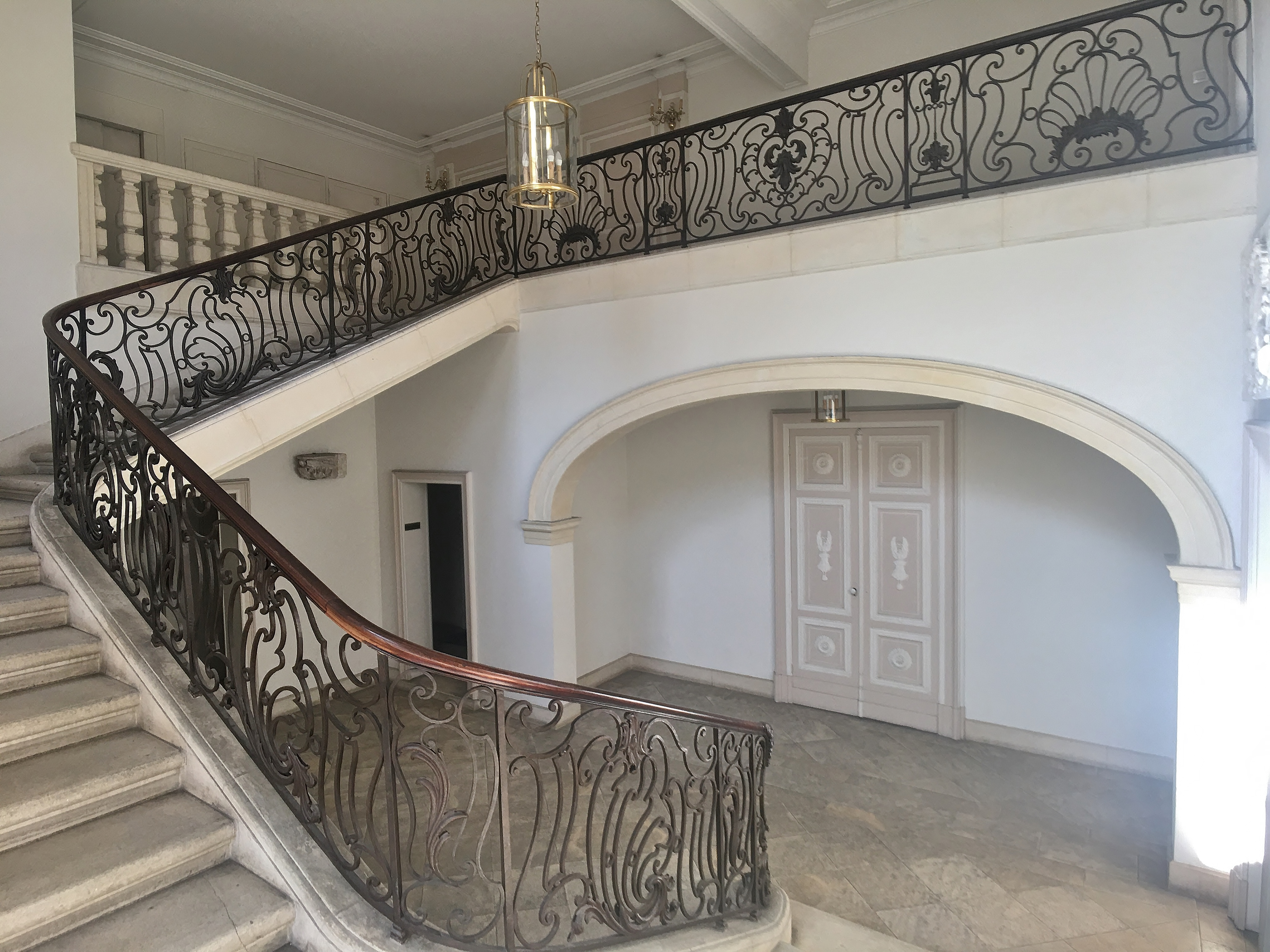
L'escalier d'honneur et sa rampe en fer forgé, œuvre du maître-ferronnier Bernard Ortet.
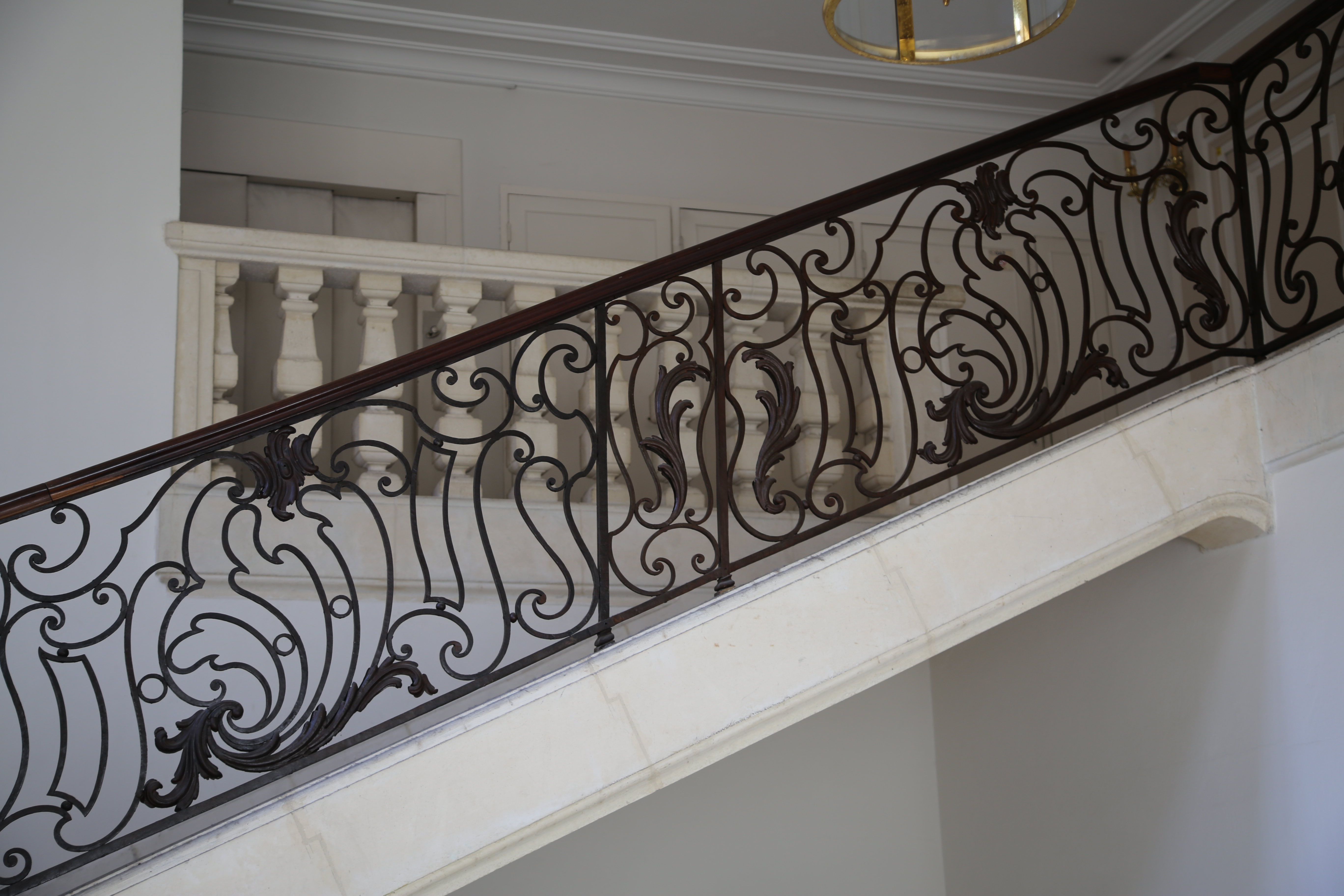
Détail de la rampe d'escalier.
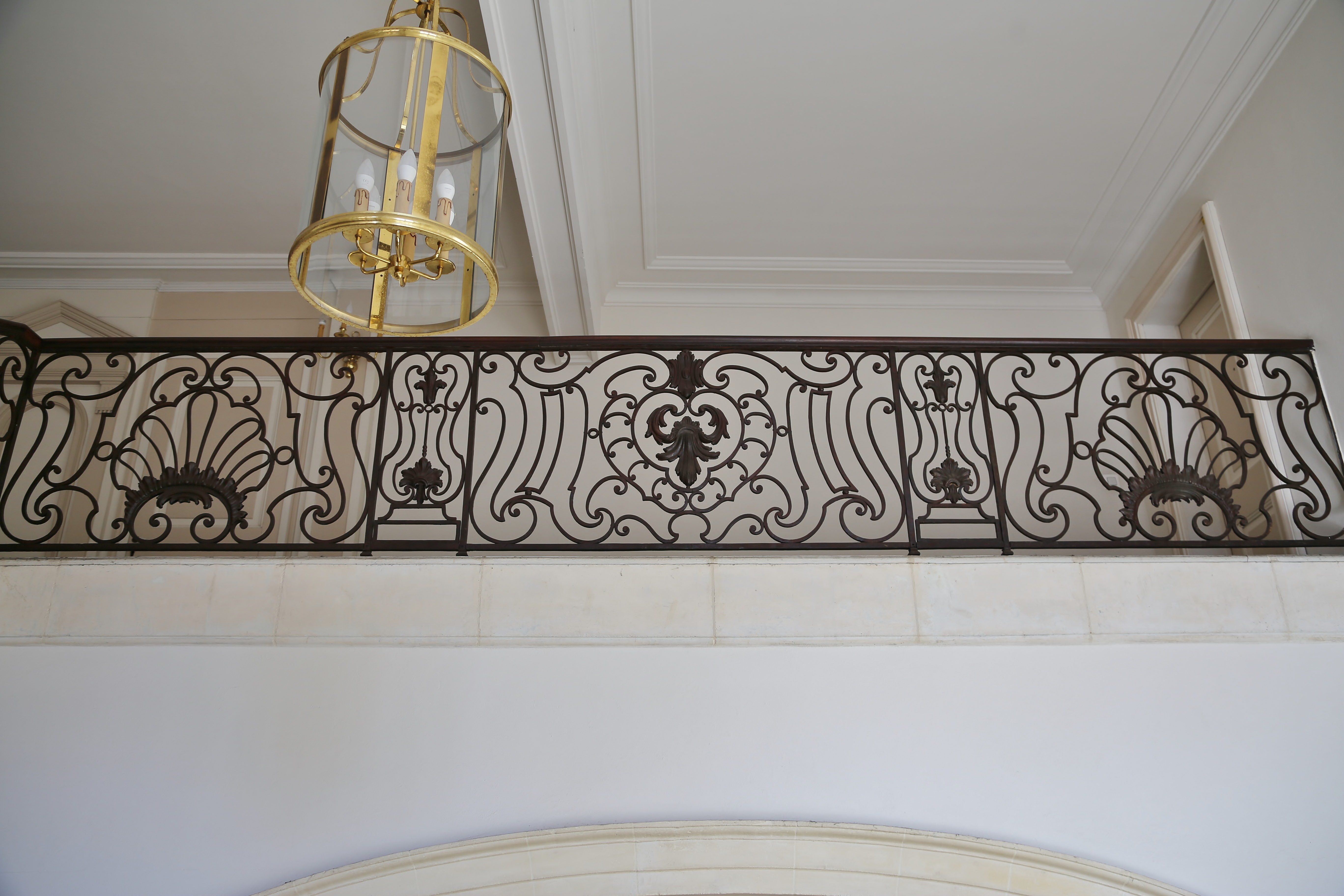
Détail de la rampe d'escalier.

### L'hôtel de Lafage
Adresse : 19 place Saint-Georges. Inscrit MH.
En 1724 un incendie détruit la partie est de la place Saint-Georges, vingt ans plus tard rien n'est encore reconstruit et la Ville charge alors Guillaume Cammas (auteur du projet de la façade du Capitole) de dresser un nouveau plan qui doit faire de la place un pentagone régulier aux façades identiques. Henri de Lafage, syndic général de la province de Languedoc, se voit confier la reconstruction, il confie à l'architecte Maduron la conduite des travaux qui se terminent en 1753 avec finalement la seule construction cet hôtel.
L'hôtel occupe tout le côté est de la place, sa façade noble et simple évoque la façade du Capitole et présente treize travées de trois niveaux. Le décor est limité aux trois mascarons sculptés sur les clés d'arc du corps central et, hormis les arcades, les encadrements des fenêtres et les corniches, l'ensemble est enduit et forme une bichromie avec les parties en brique. La porte cochère centrale donne accès à une cour intérieure ovale.

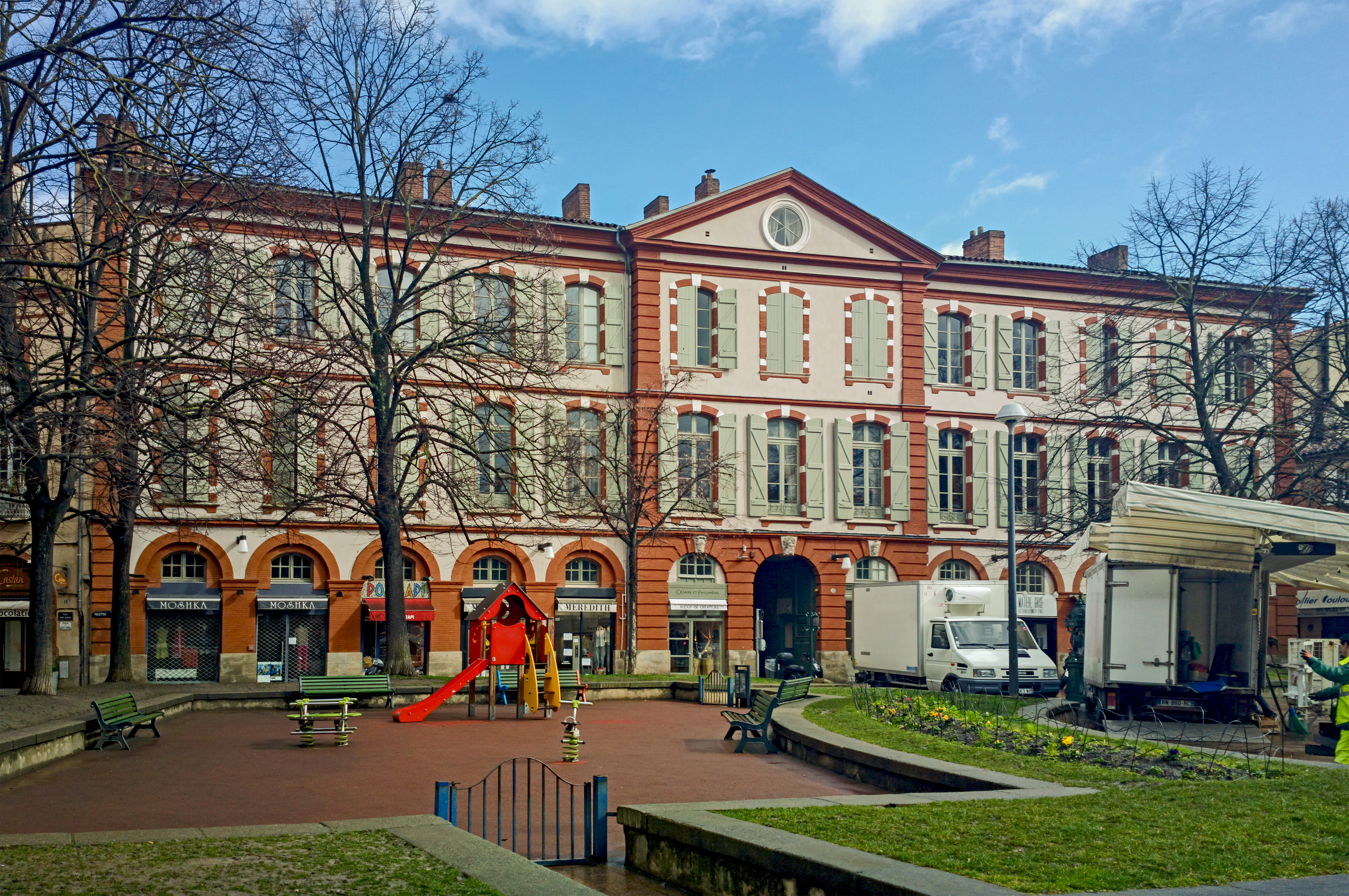
Hôtel de Lafage.
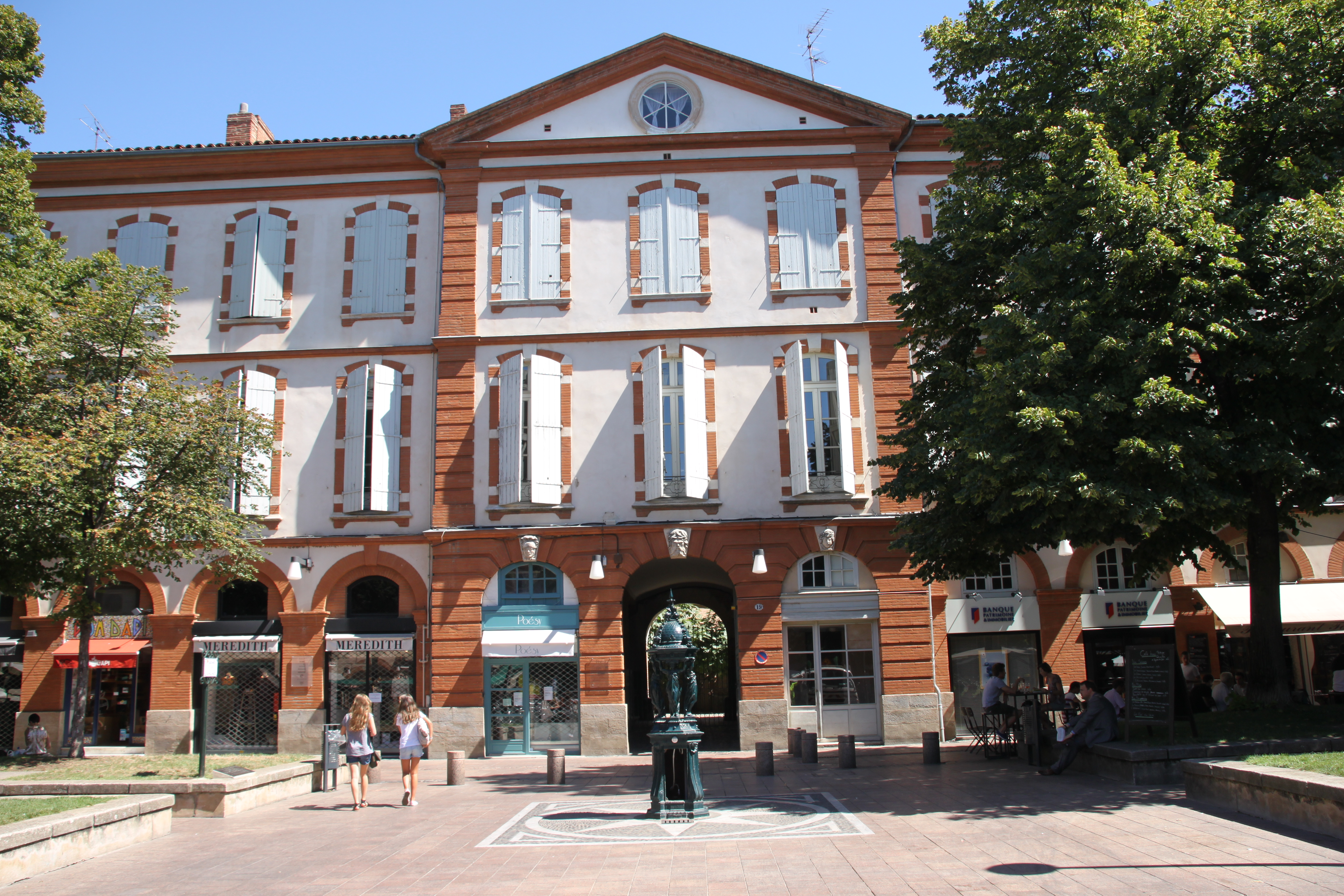
Hôtel de Lafage.
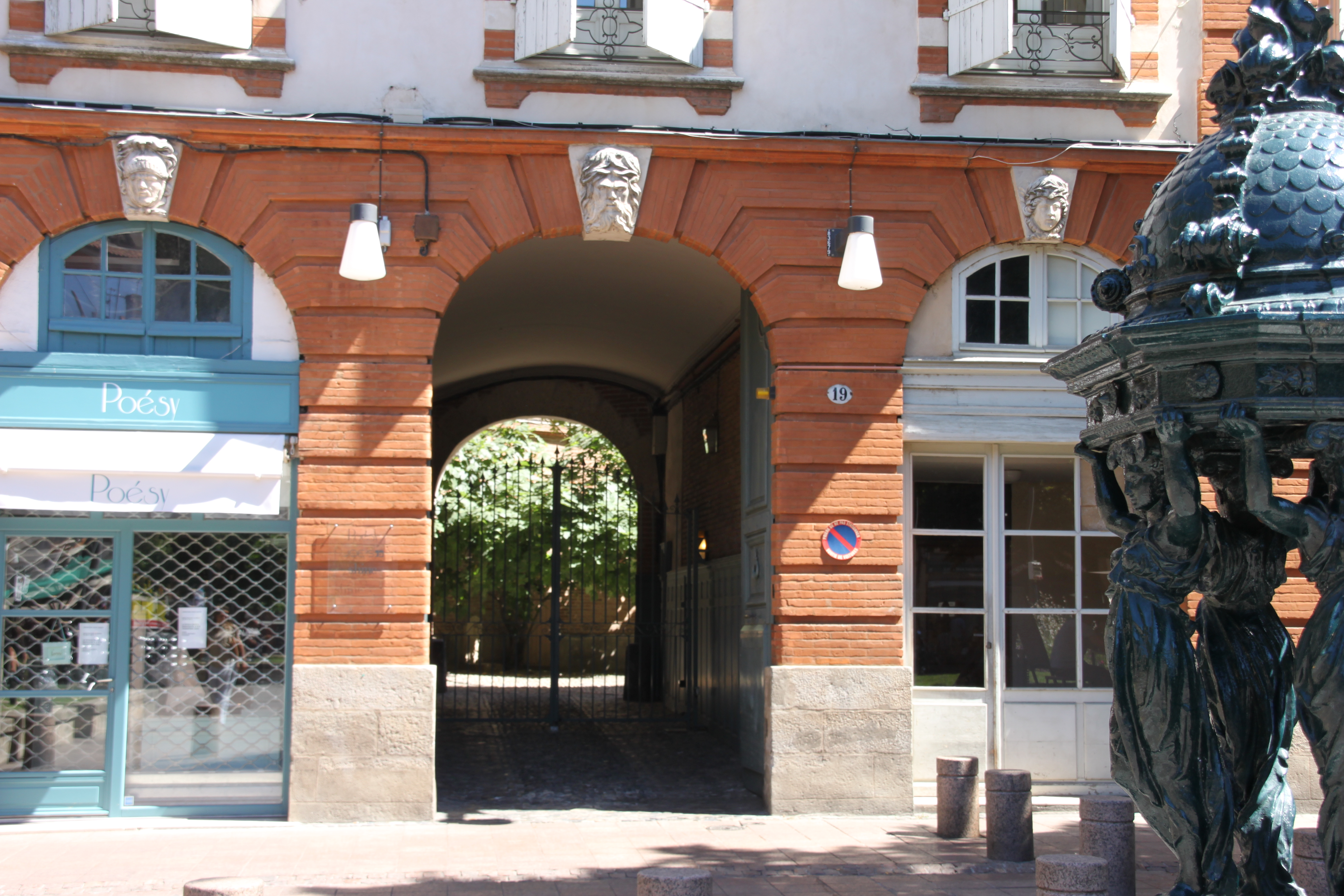
Hôtel de Lafage.

### L'hôtel de Castagnier d'Auriac
Adresse : 19 rue Ninau. Inscrit MH.
Bâti entre 1727 et 1755, cet hôtel de plan en U se développe autour d'une grande cour fermée sur rue par un mur et un portail. Le corps de bâtiment en fond de cour se distingue des autres par son ordonnancement : son élévation est symétrique ; les trois travées centrales forment un avant-corps en légère saillie et sont couronnées par un fronton triangulaire orné d'armoiries sculptées dans la pierre.

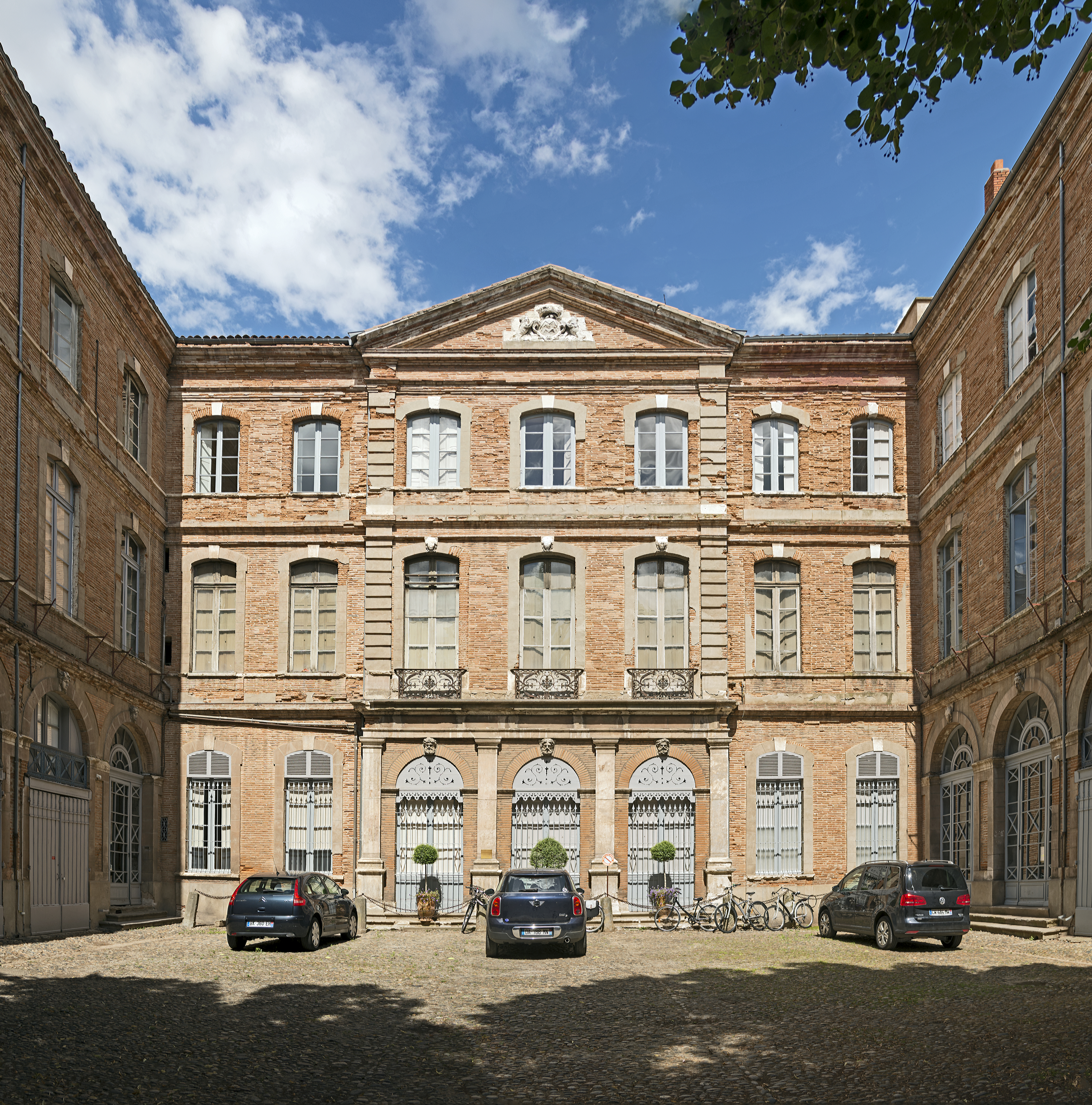
Hôtel de Castagnier d'Auriac.
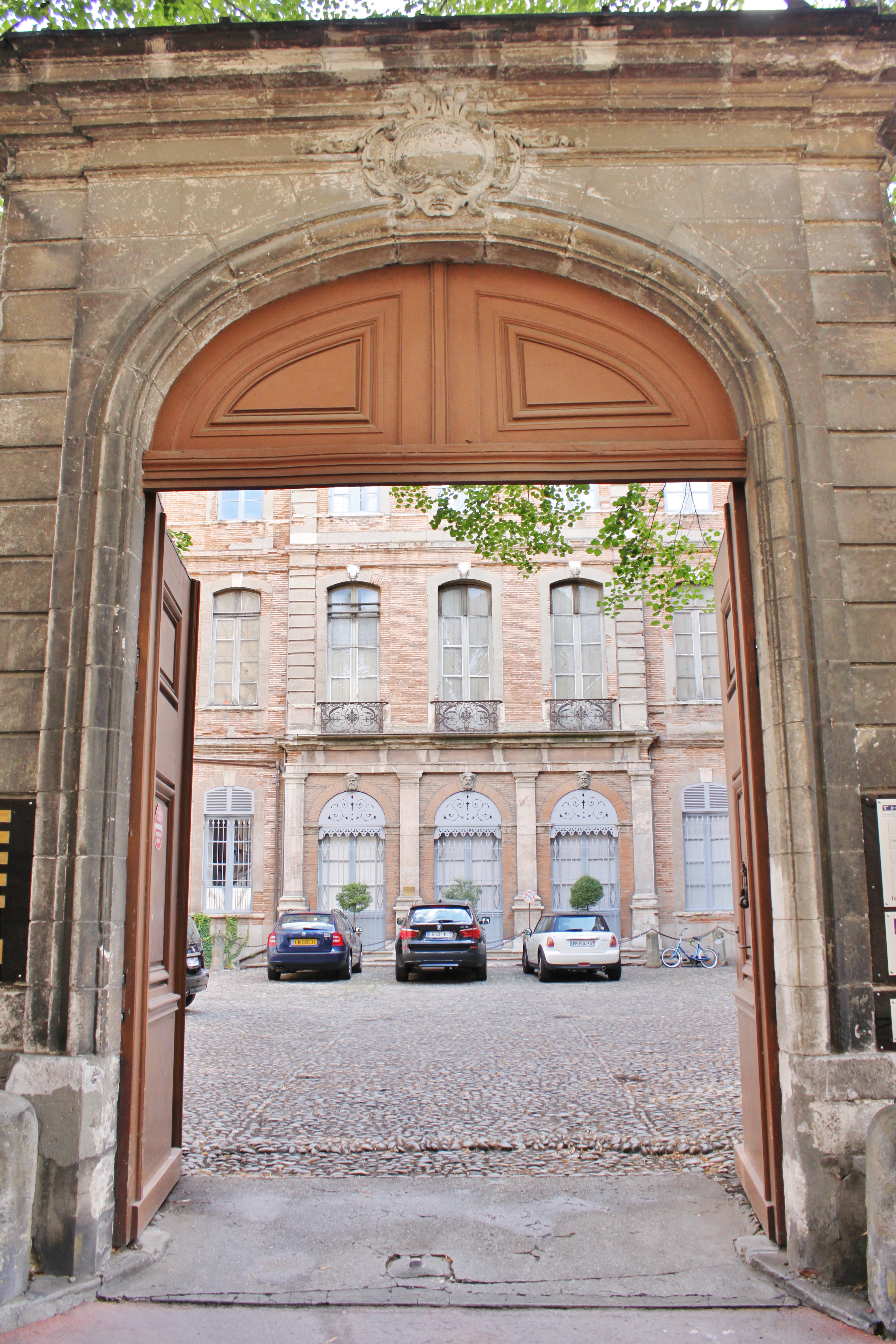
Castagnier d'Auriac : portail.
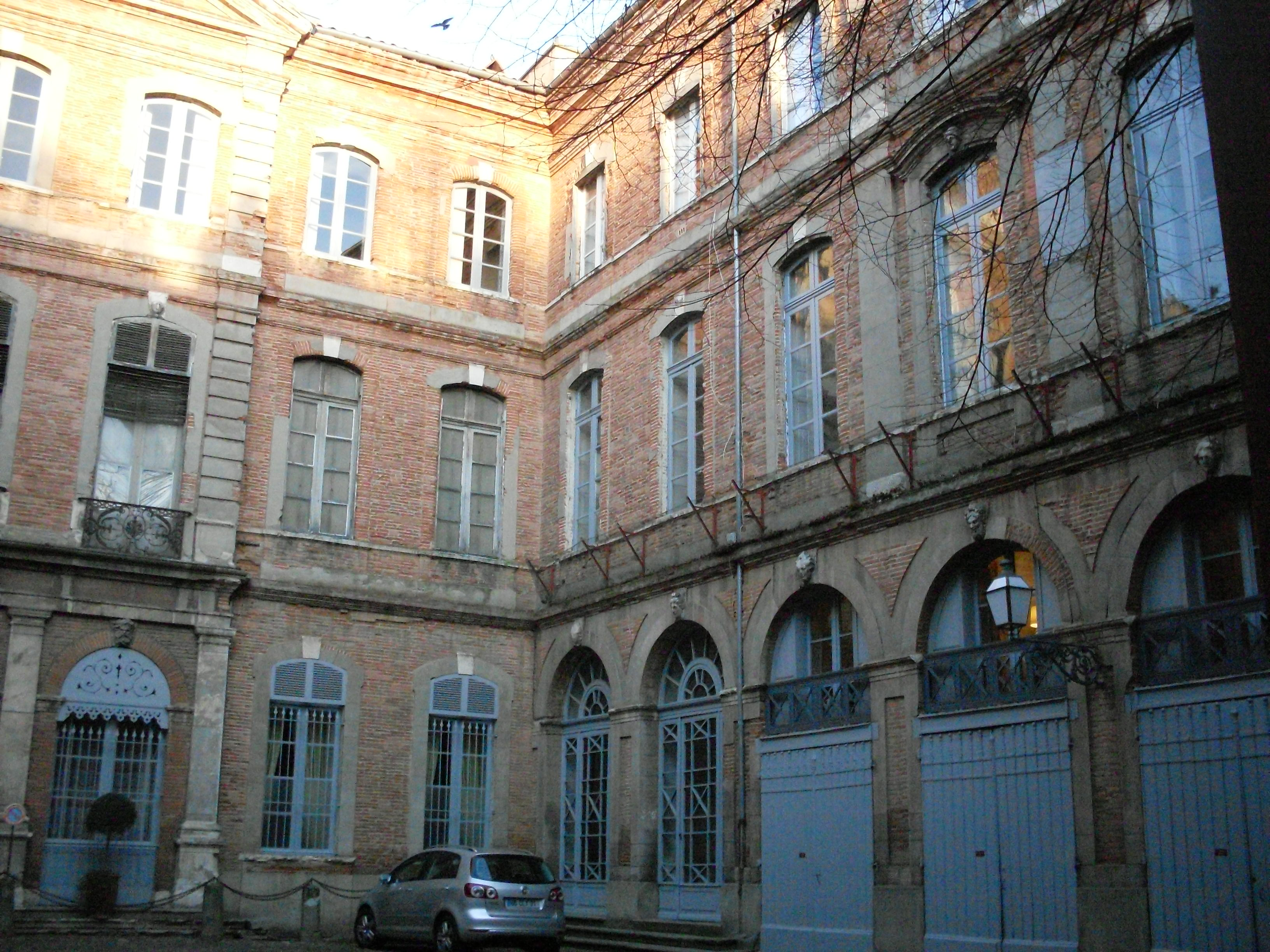
Castagnier d'Auriac : façade latérale sur cour.
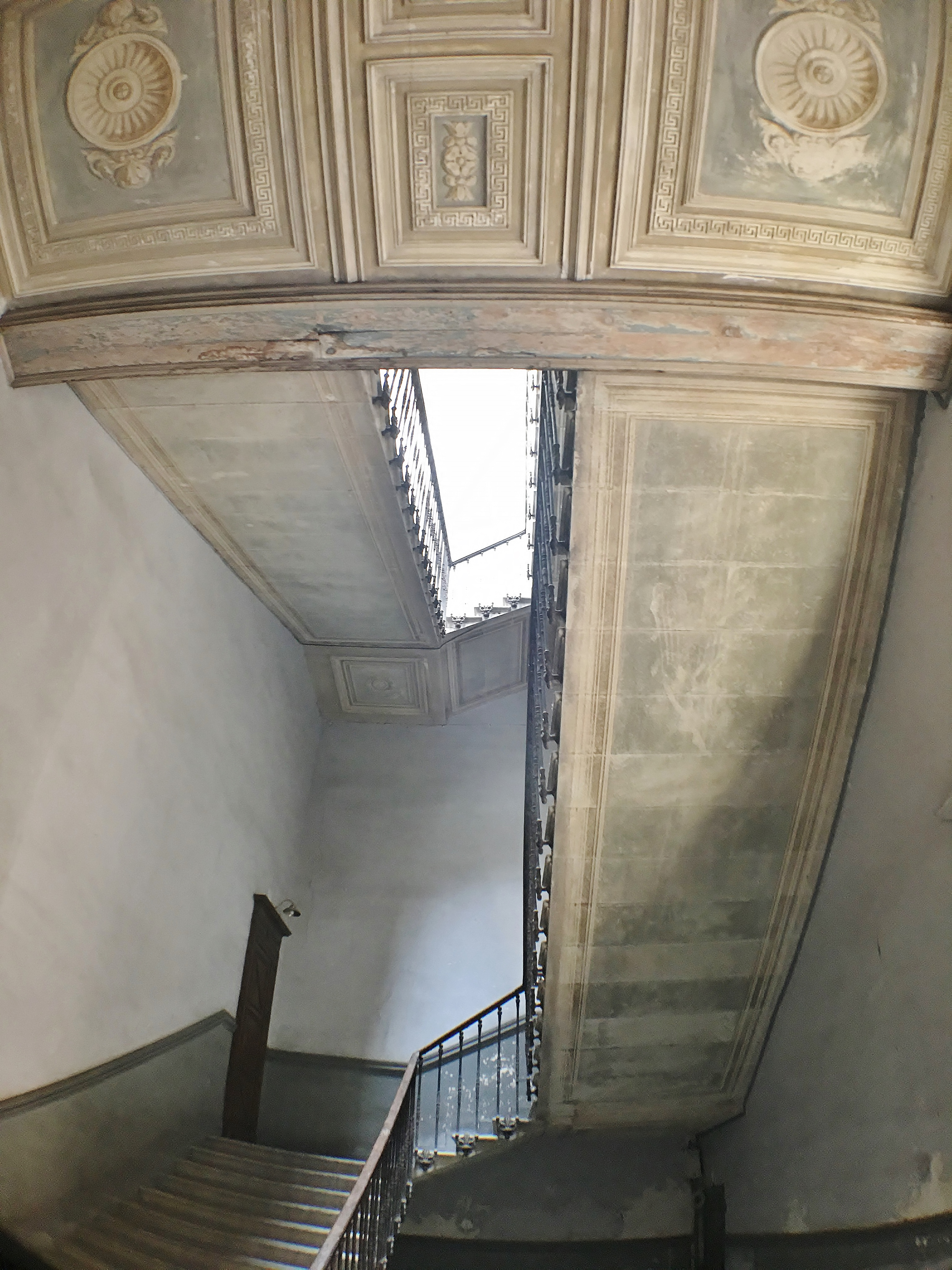
Escalier.
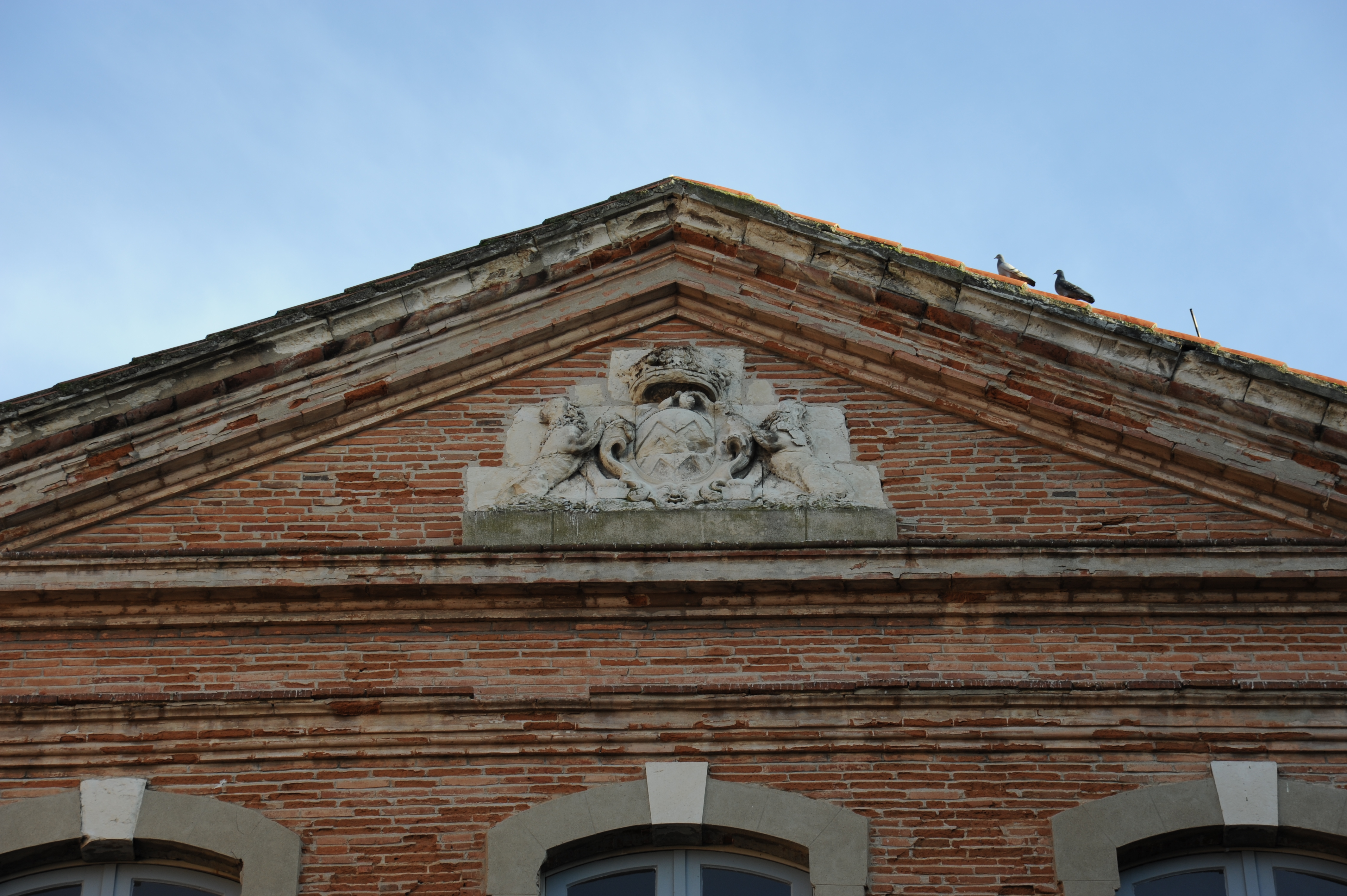
Castagnier d'Auriac : armoiries.
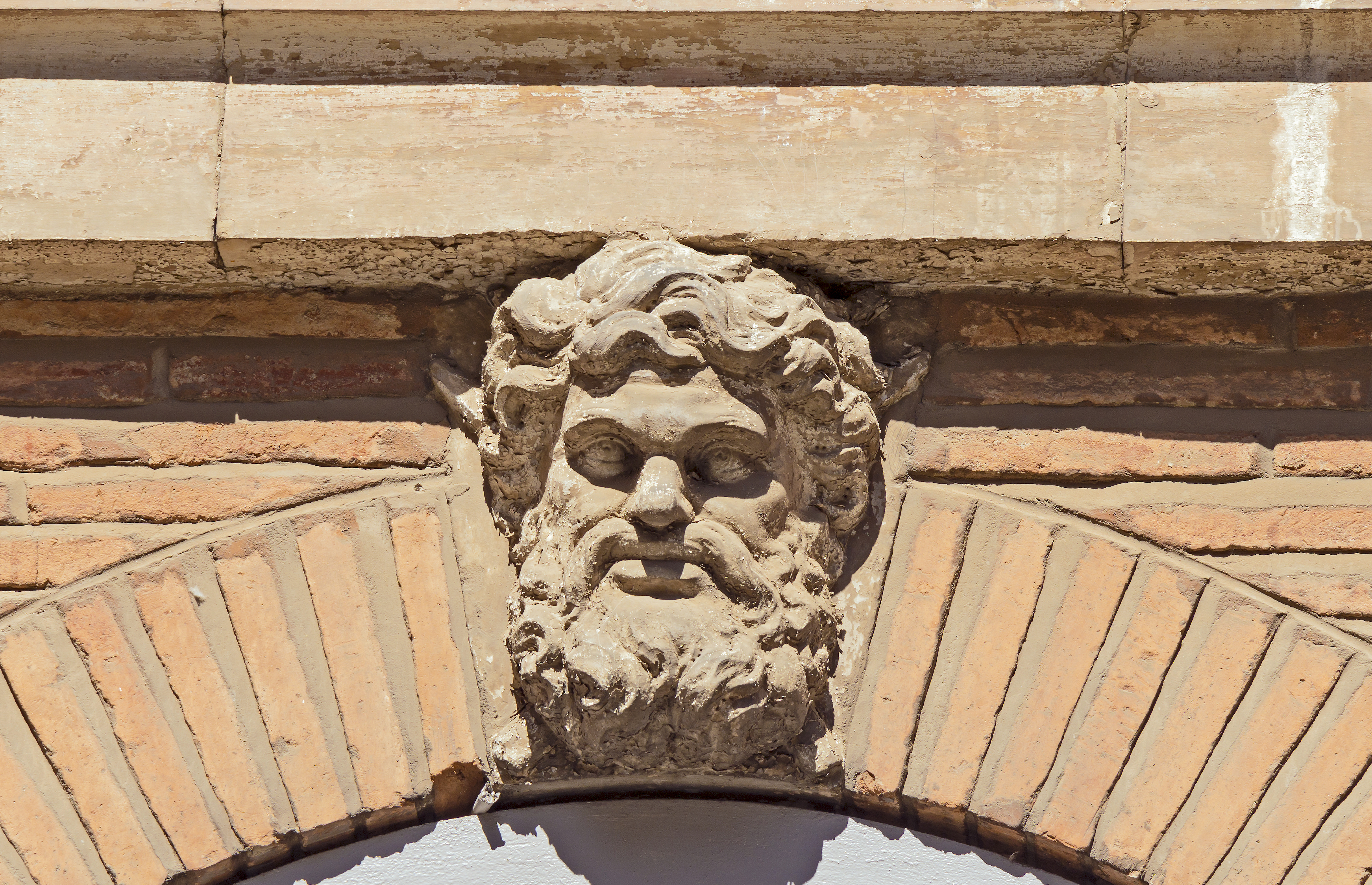
Castagnier d'Auriac : exemple de mascaron sur clé d'arc.

### L'hôtel de Froidour
Adresse : 12 place Saint-Étienne. Non protégé MH.
Si cet hôtel porte le nom de Louis de Froidour, grand maître des Eaux et des Forêts de Languedoc et de Gascogne, propriétaire de la parcelle entre 1684 et 1687, c'est cependant à des membres de la famille Anceau que l'on doit probablement la construction de l'hôtel au milieu du XVIIIe siècle. À l'origine la façade ne comprenait que les cinq travées de gauche, ce qui plaçait la porte cochère au centre de la composition. La travée centrale est mise en valeur par des pilastres superposés, et le rez-de-chaussée est ouvert par des arcades en plein-cintre ornées d'un mascaron. Dans la cour, l'aile latérale est marquée par la présence d'un avant-corps abritant deux escaliers.

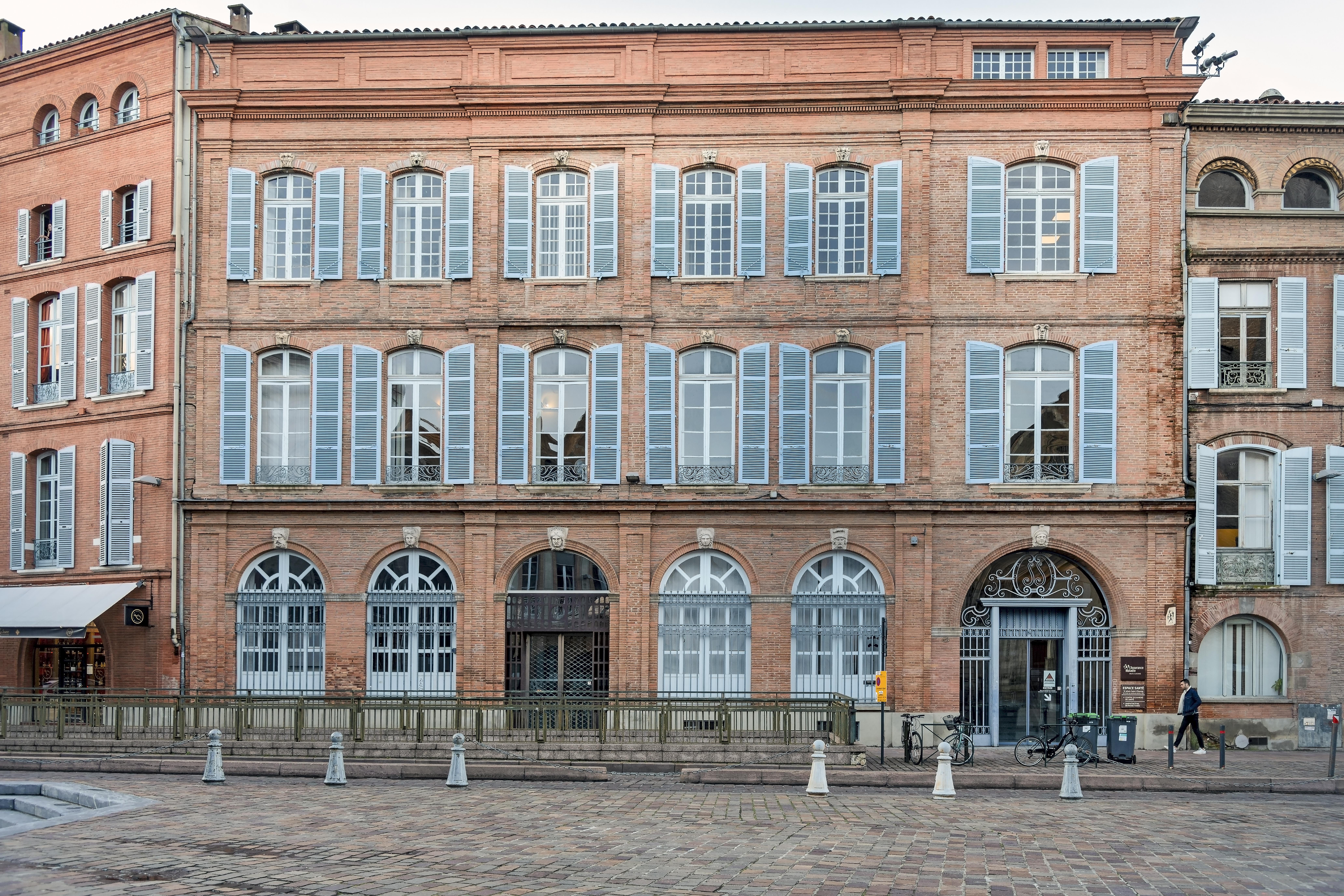
Hôtel de Froidour.
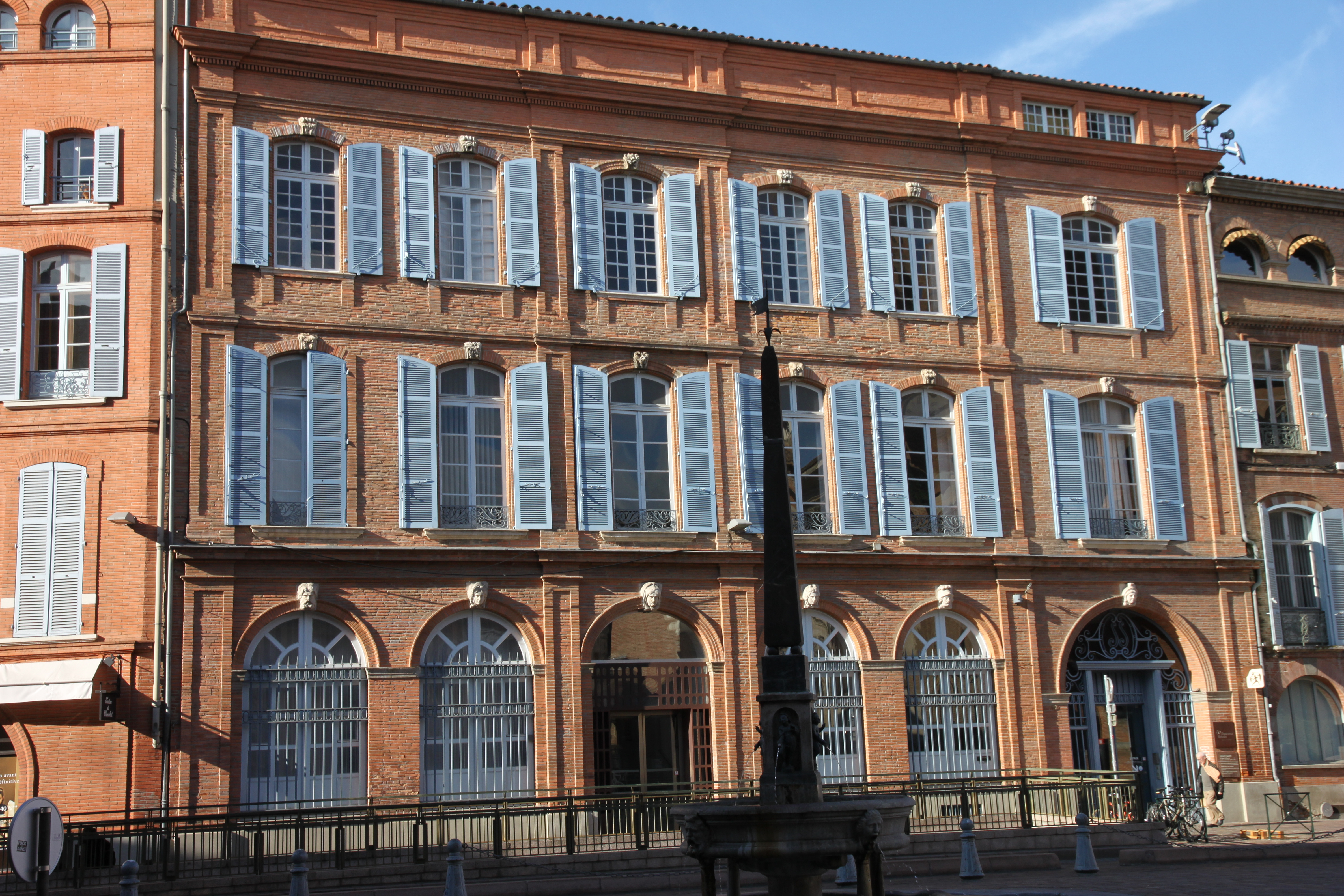
Hôtel de Froidour.
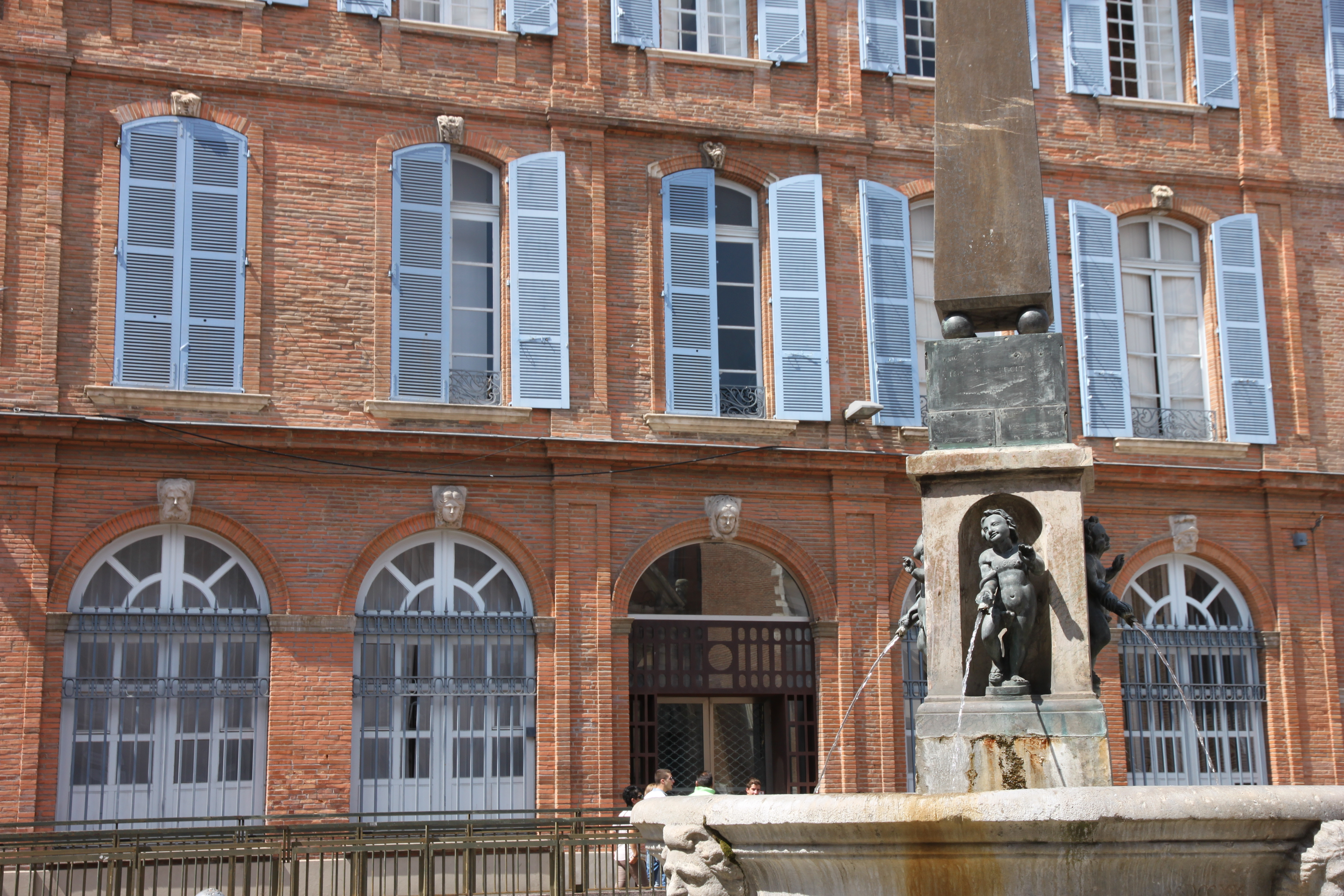
Froidour : avec la fontaine du Griffoul au premier plan.
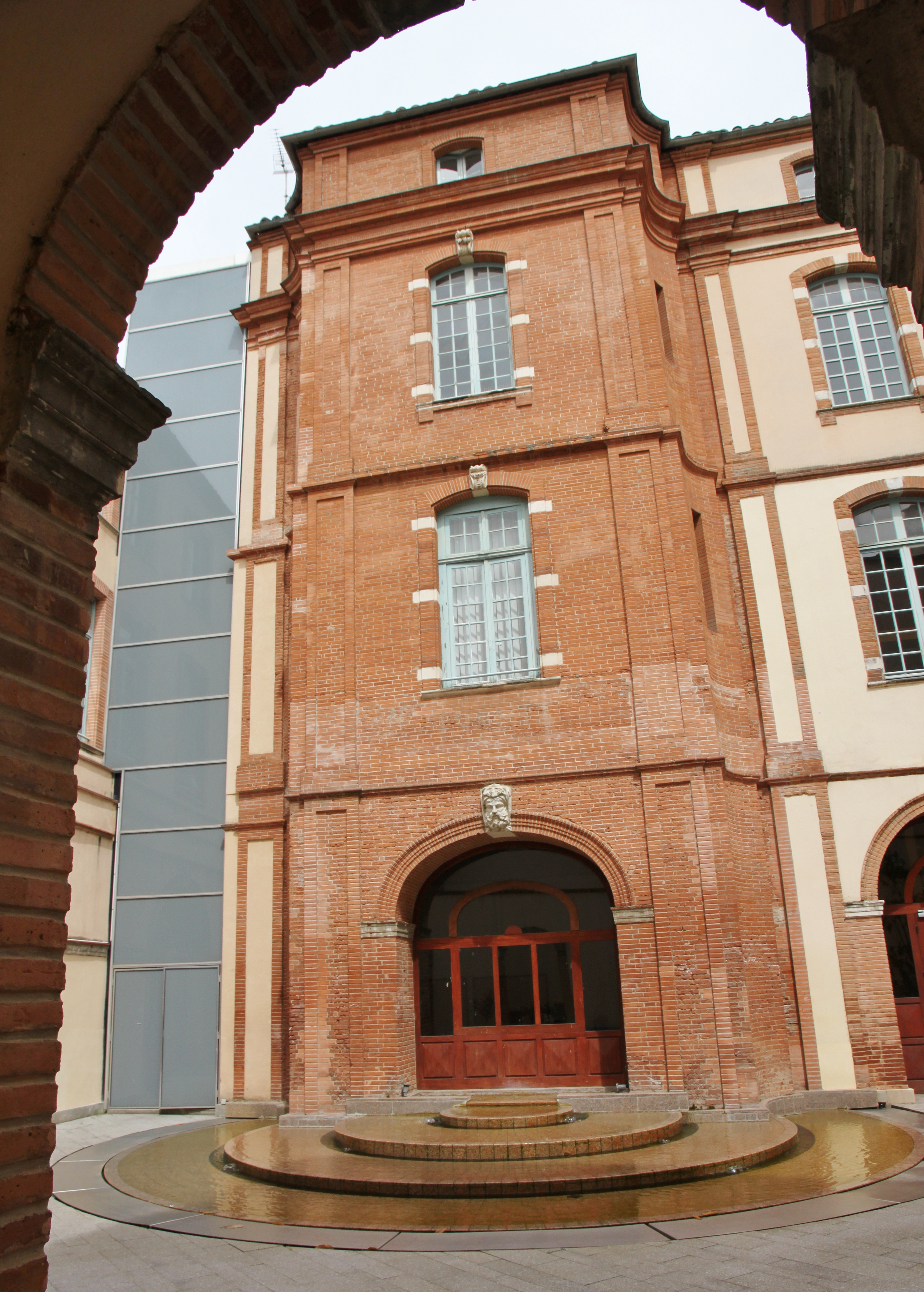
Froidour : avant-corps en brique dans la cour.
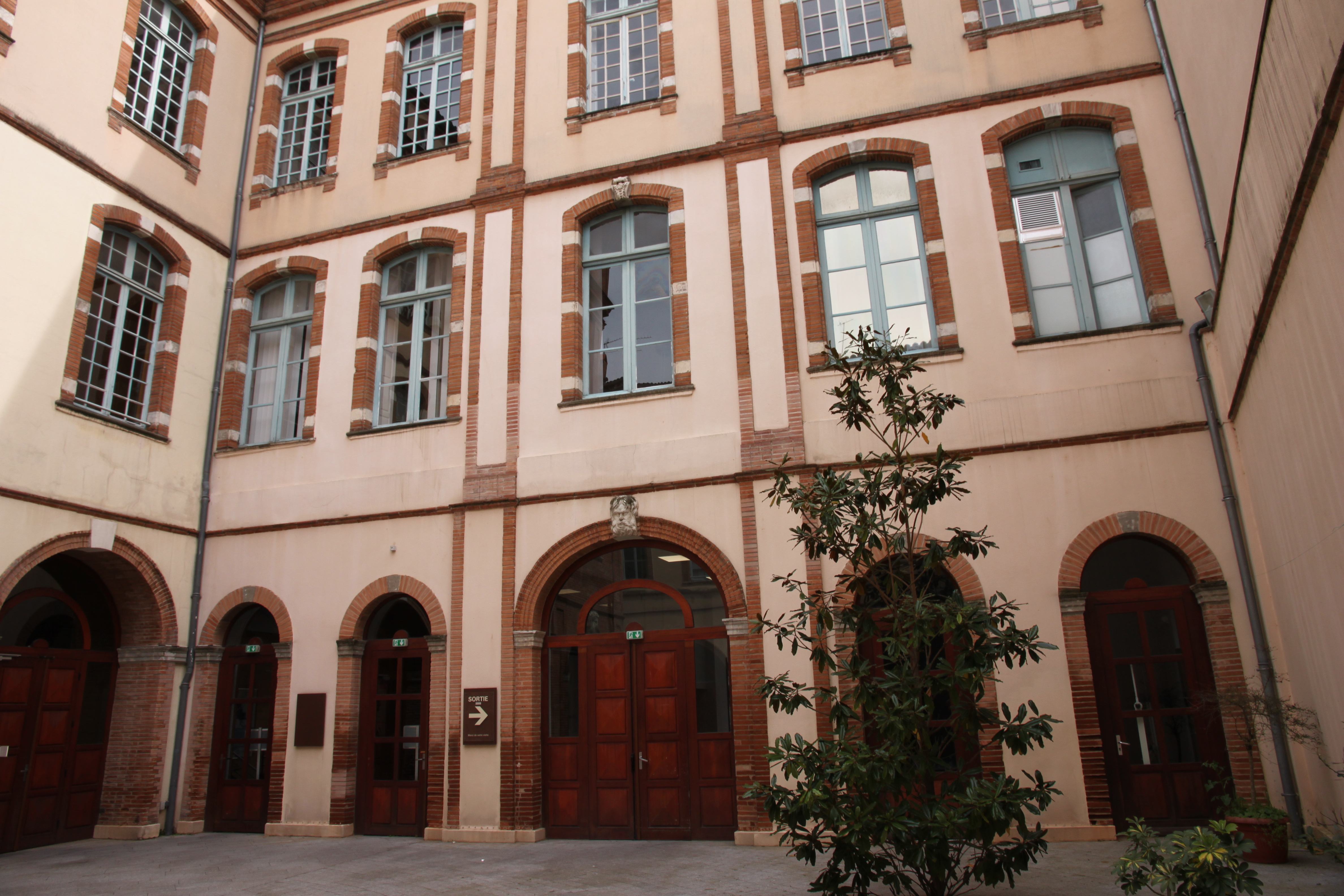
Froidour : façade sur cour.
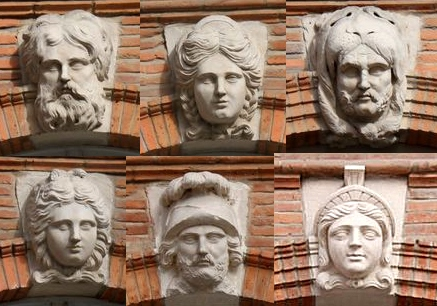
Froidour : mascarons de la façade principale.

### L'hôtel de Comynihan
Adresse : 21 rue Saint-rome. Non protégé MH.
Bien que portant le nom d'un ancien propriétaire du XVIIe siècle de la parcelle, cet hôtel est caractéristique du milieu du XVIIIe siècle avec son décor de mascarons et sa ferronnerie. Le rez-de-chaussée est orné d'un bossage et de mascarons représentant des têtes féminines, les étages de guirlandes de fleurs sculptées ainsi que de balcons et garde-corps en fer forgé.

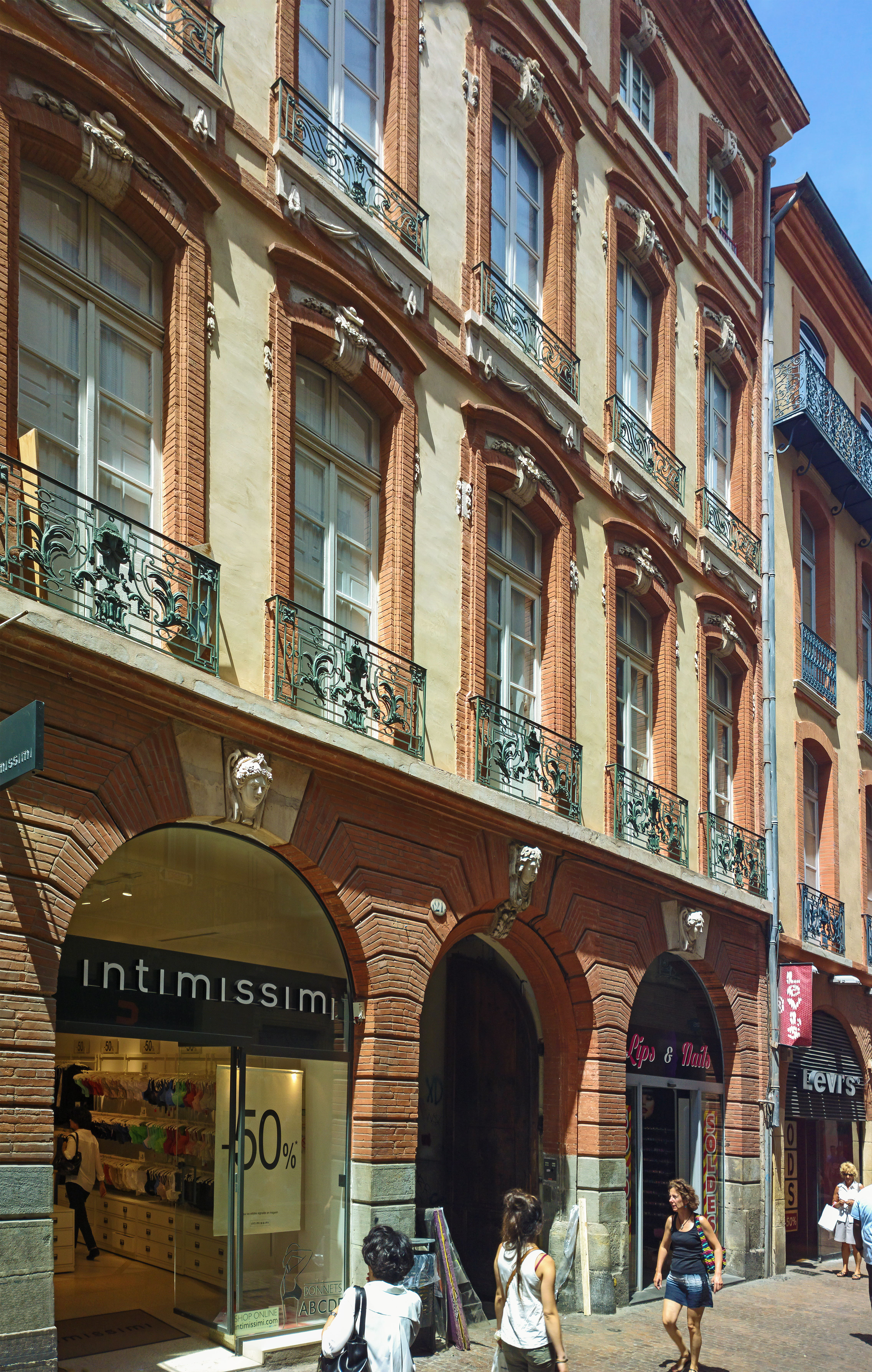
Hôtel de Comynihan.
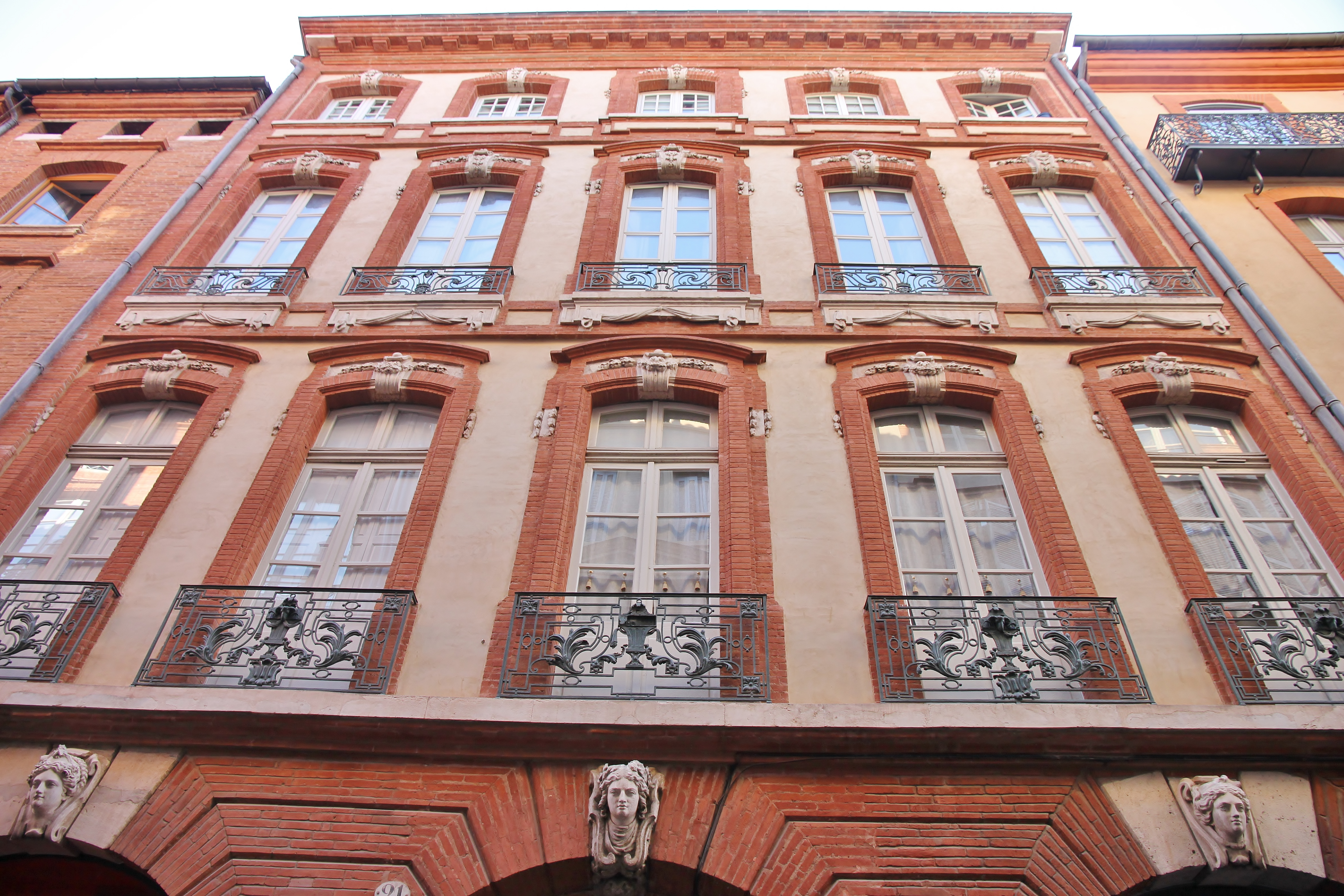
Hôtel de Comynihan, façade sur rue.
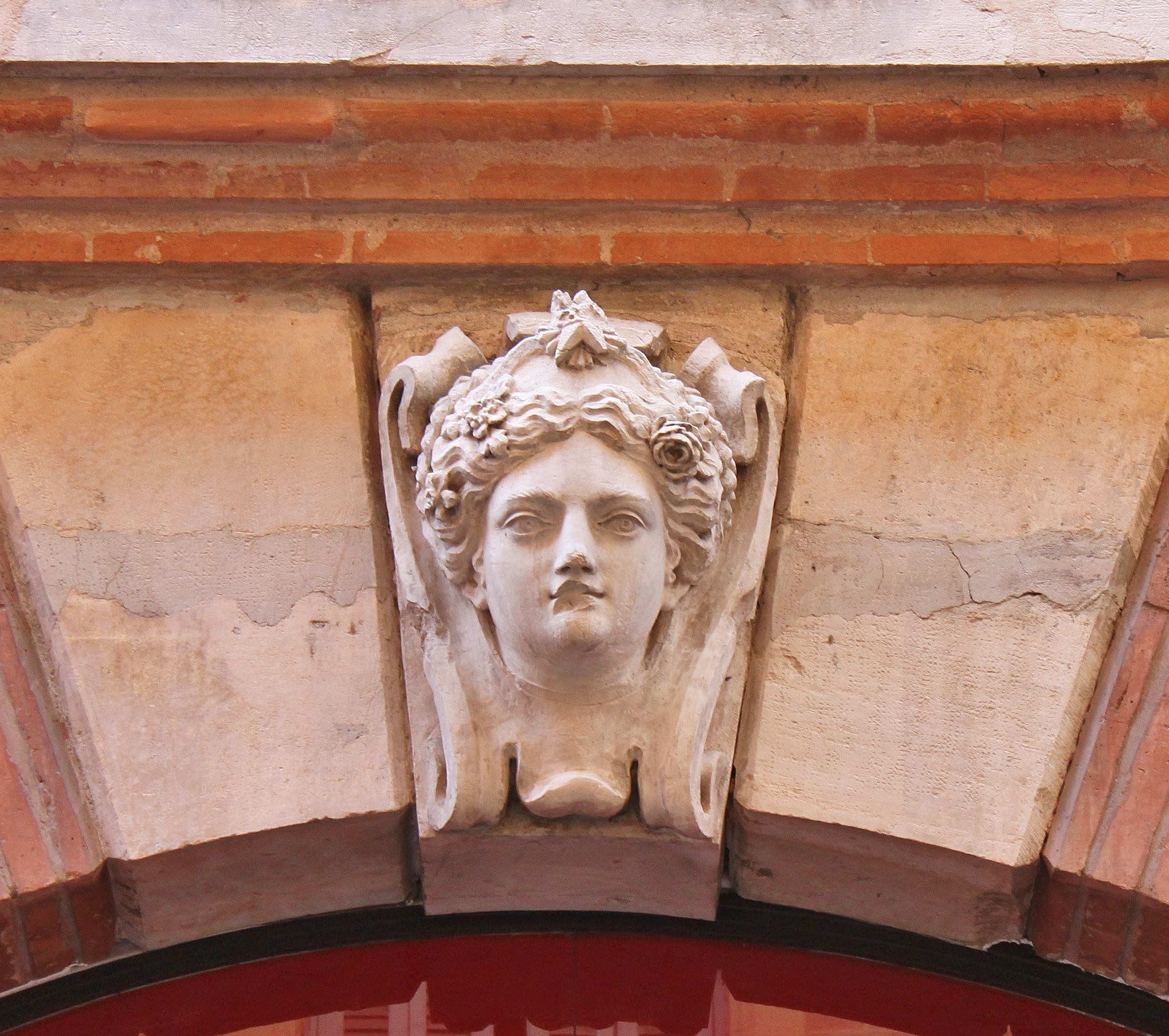
Hôtel de Comynihan, mascaron.
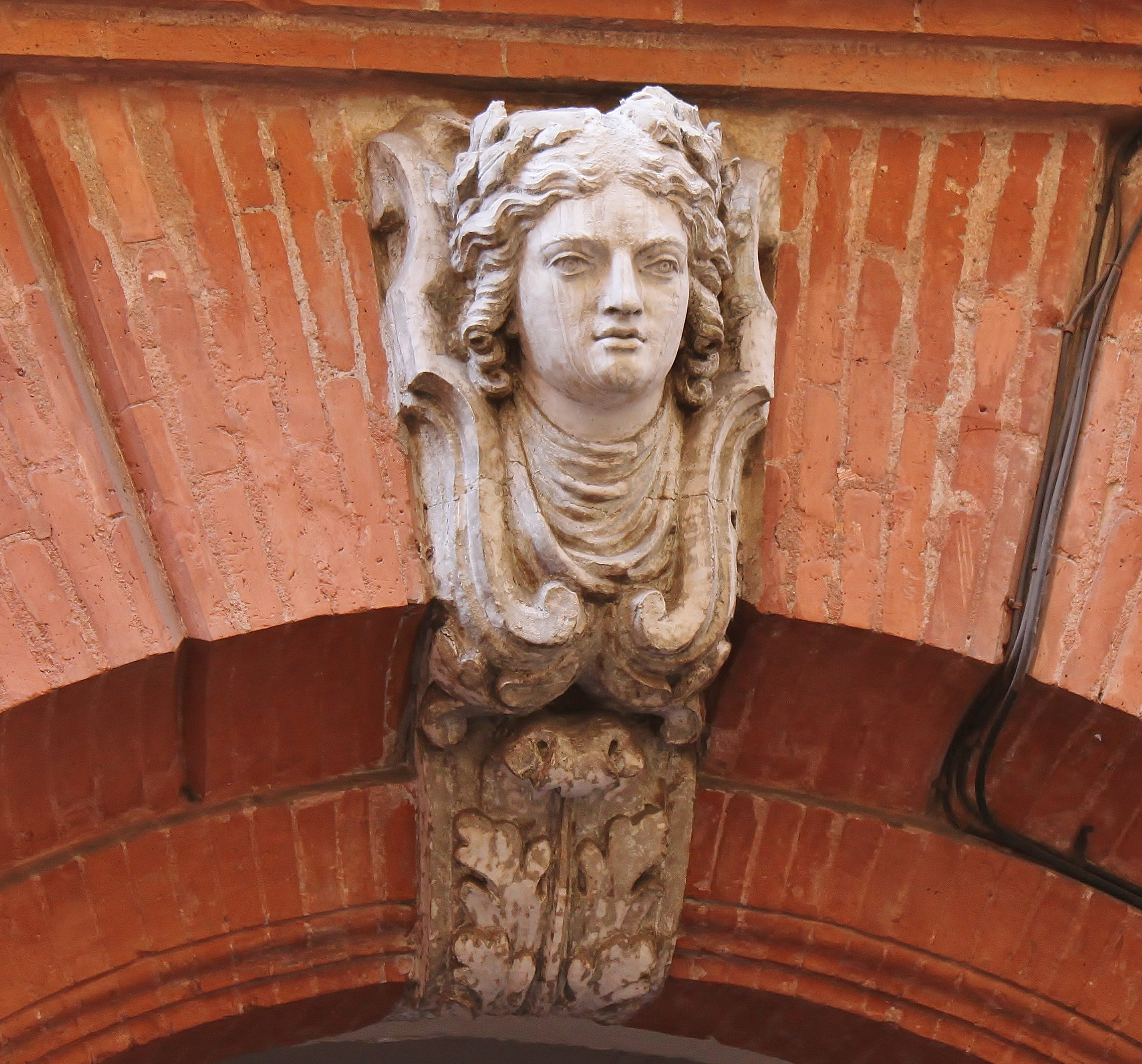
Hôtel de Comynihan, mascaron.
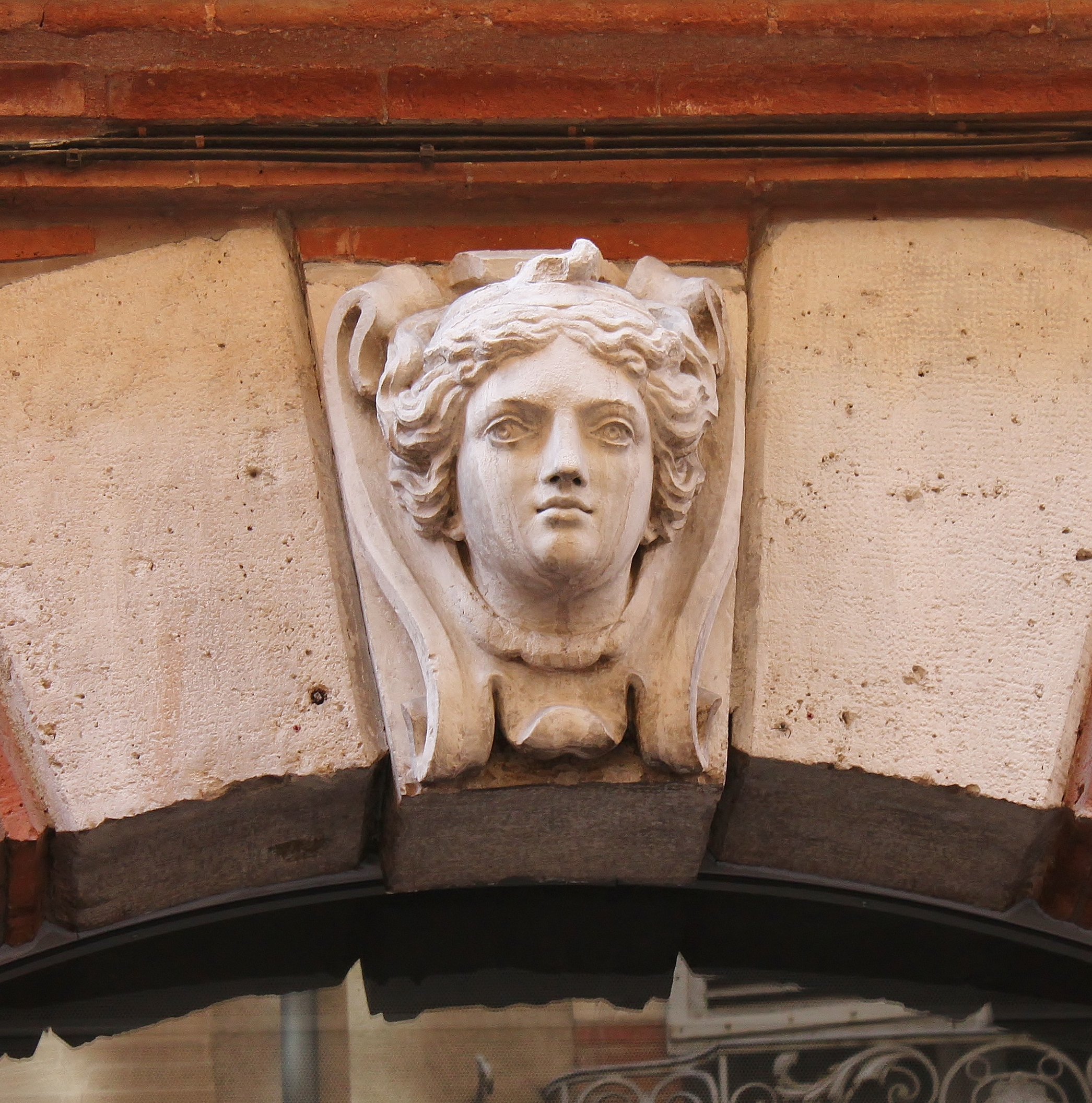
Hôtel de Comynihan, mascaron.

### L'hôtel d'Espie
Adresse : 3 rue Mage. Inscrit MH.
La famille d'Espie, originaire de Toulouse, avait acquis une immense fortune au Portugal dans le commerce triangulaire. Souhaitant retrouver sa position dans la haute société toulousaine, le comte d'Espie fait bâtir vers 1750 un hôtel entre cour et jardin pour lequel il ne regarde pas à la dépense, sur des plans sans doute proposés par l'architecte Hyacinthe de Labat de Savignac. Passionné d'architecture, d'Espie participe lui-même à l'édification de l'hôtel, notamment en proposant, à la place des plafonds, des voûtes de briques posées à plat et liées au plâtre telles qu'on les monte en Roussillon. Dans le même souci d'éviter les matériaux combustibles, il invente des combles briquetés se passant de la charpente du toit.
Modèle d'équilibre passant pour être le plus bel hôtel toulousain construit sous le règne de Louis XV, l'hôtel occupe environ 40% des trois mille mètres carrés de la parcelle, laissant le reste à un vaste jardin avec orangerie. Les pièces principales s'ouvrent à la fois sur la cour et sur le jardin, leur belle enfilade est permise par le positionnement de l'escalier principal dans le centre de l'aile gauche. Bossages continus et pilastres corinthiens soulignent les travées.
Un majestueux portail à bossages et mascaron sculpté ouvre la cour sur la rue Mage, il prend place dans un retrait du mur permettant aux carrosses de manœuvrer plus commodément. Dans la cour, les communs sont placés à gauche et les écuries et remises à droite.
Ruinée par le tremblement de terre de Lisbonne en 1755, la famille d'Espie vend l'hôtel au marquis Henri-Auguste de Chalvet-Rochemonteix, grand sénéchal de Toulouse et d'Albigeois, également commanditaire de la construction du château de Merville, qui termine le gros œuvre et s'attache au décor des appartements. En 1773 l'hôtel est vendu au comte irlandais Justin de Mac Carthy Réagh, riche Irlandais ayant fui les persécutions anglicanes, qui y installe une des plus belles bibliothèques privées d'Europe.

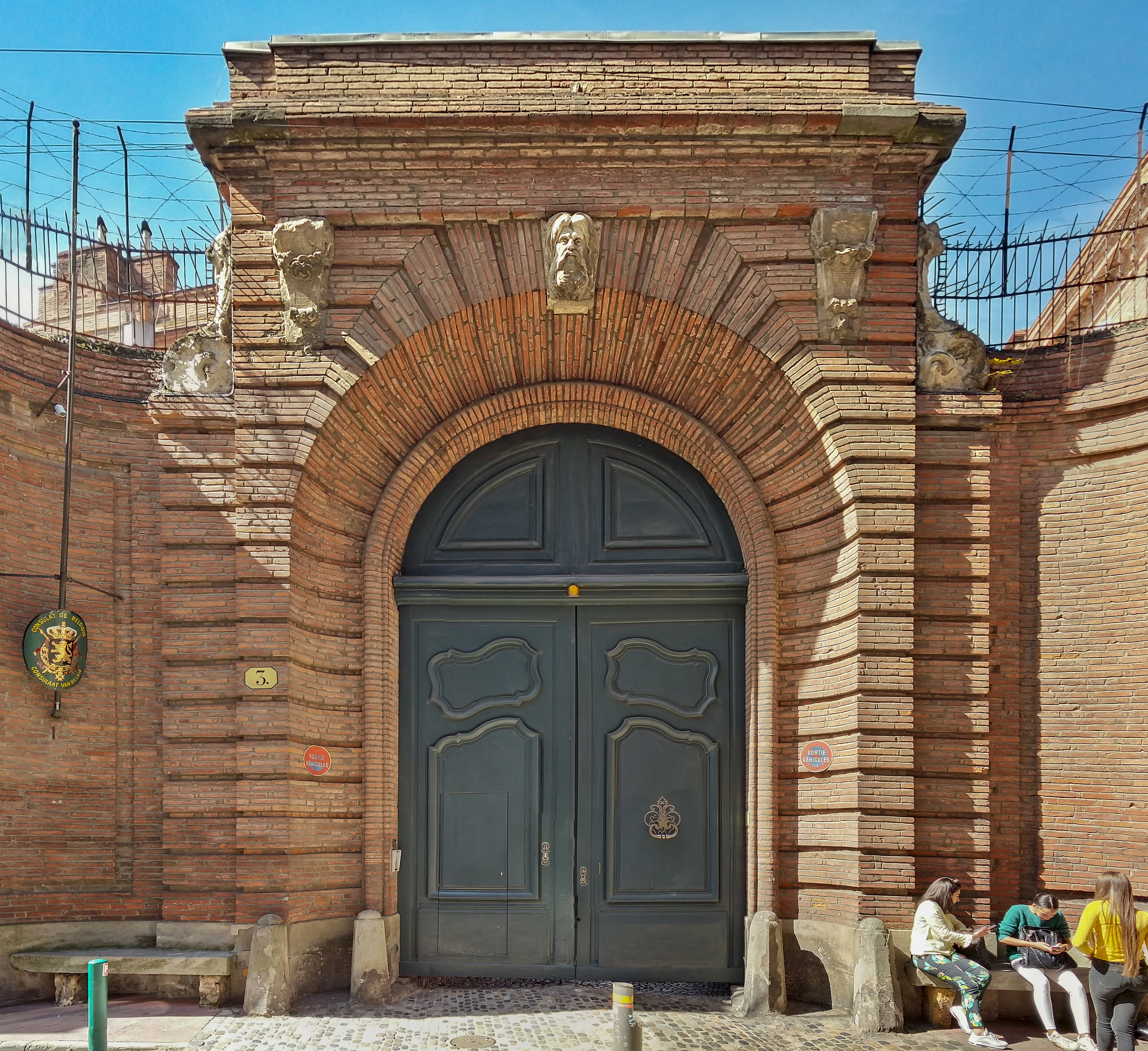
Hôtel d'Espie : le portail.
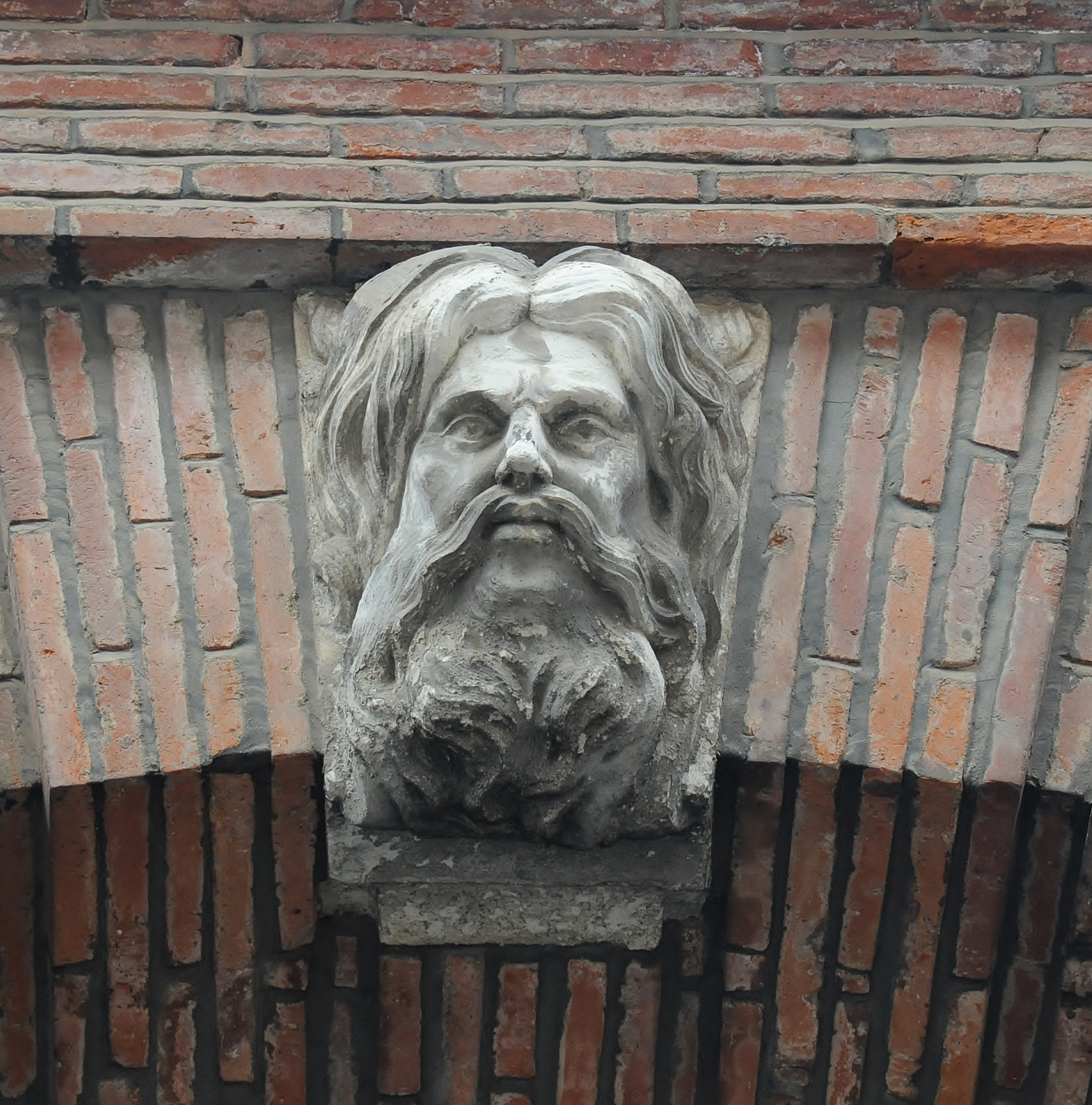
Espie : clé d'arc sculptée du portail.
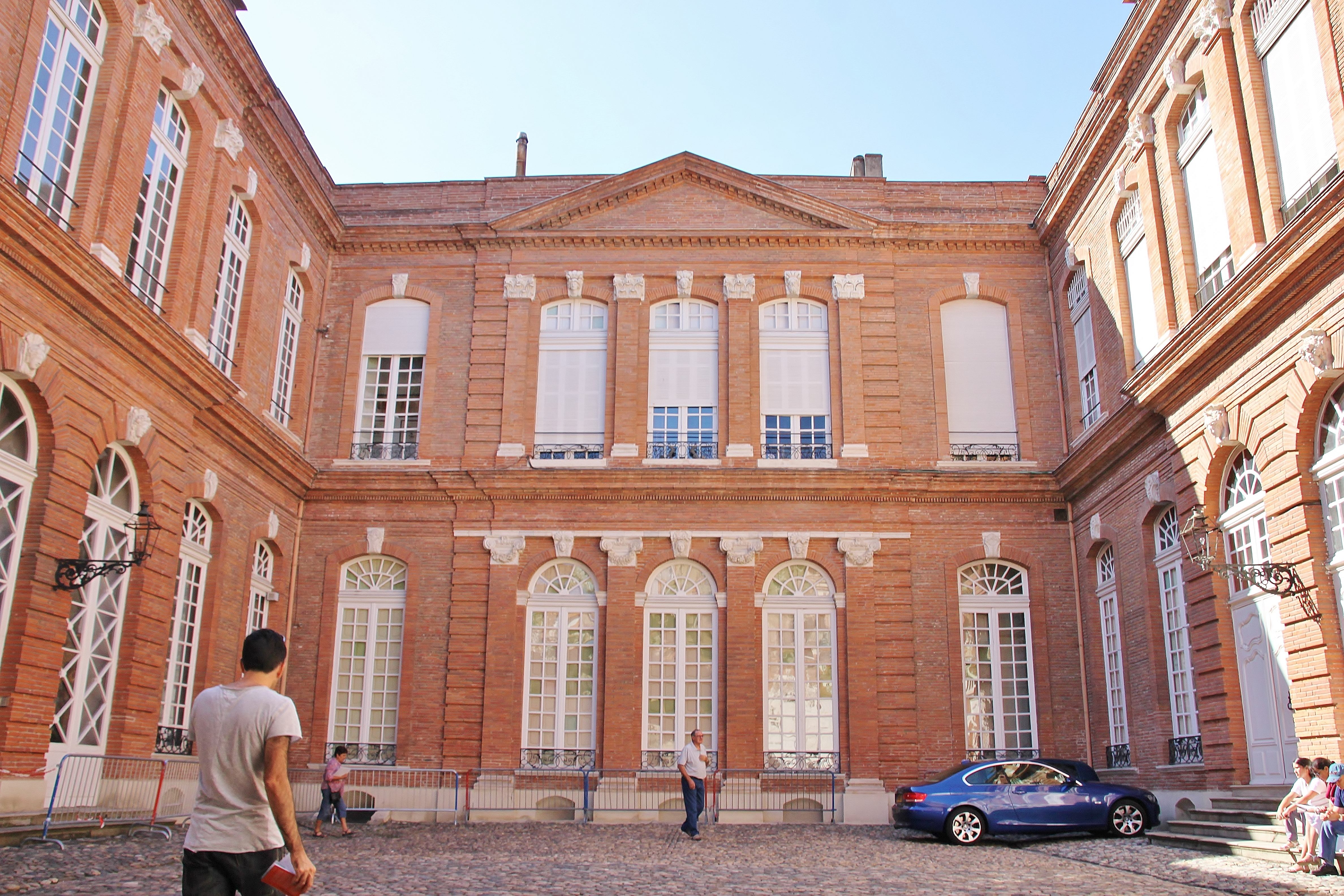
Espie : cour intérieure.
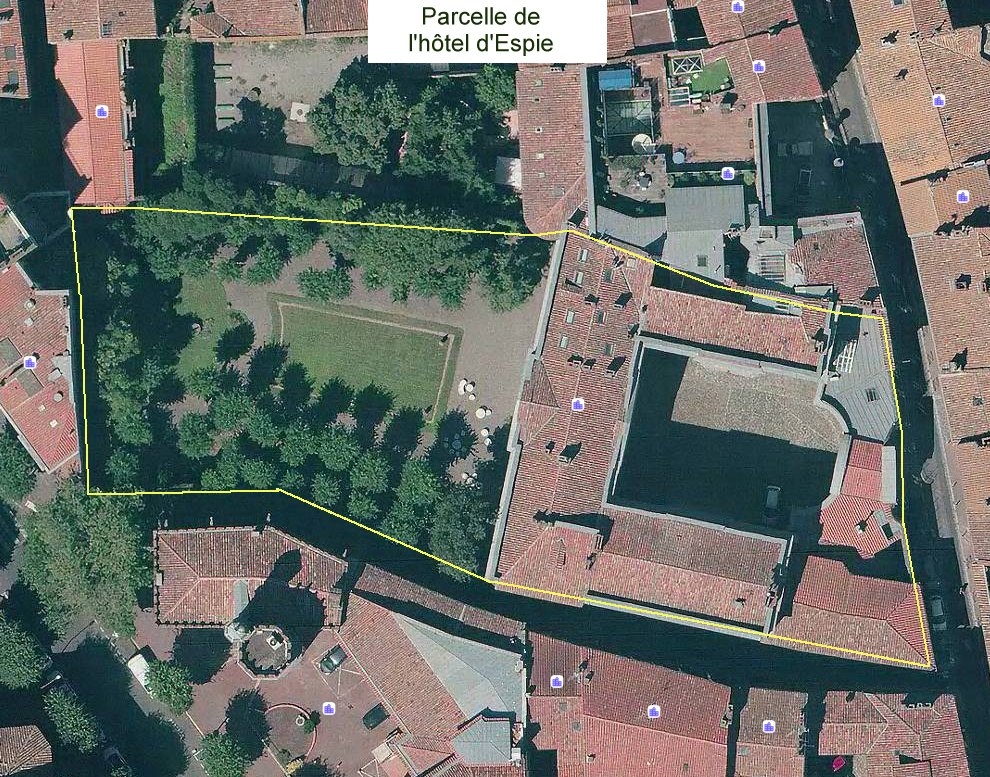
Vue de la parcelle de l'hôtel d'Espie.

### L'hôtel de Puivert
Adresse : 8 rue Bouquières. Inscrit MH.
Vers 1755, Sylvestre de Roux, marquis de Puivert et président au Parlement de 1739 à 1781, confie vraisemblablement la construction de cet hôtel entre cour et jardin à l'architecte Hyacinthe de Labat de Savignac, professeur à l'Académie Royale des arts de Toulouse et disciple de Jacques-François Blondel, le grand architecte et théoricien parisien. La façade extérieure, simple mais d'une monumentalité digne d'un président au Parlement, s'ouvre en biais sur l'étroite rue Bouquières pour faciliter l'entrée et la sortie des carrosses.
Sur la cour d'honneur carrée, trois corps de bâtiments semblables, à la belle brique apparente et soigneusement travaillée, s'articulent chacun autour d'une porte ou d'un passage. Dans les ailes prenaient place les communs à gauche et les écuries à droite, chacune donnant sur une cour latérale pour qu'on ne soit pas gêné par le bruit et les odeurs des écuries.
Le vestibule qui s'ouvre dans l'axe de la cour d'honneur donne dans la plus extraordinaire cage d'escalier de Toulouse. Elle occupe l'extrémité nord du corps central et toute la hauteur de celui-ci, et comme les deux fenêtres superposées ne suffisent pas à l'éclairer, douze œils-de-bœuf imaginés dans l'esprit baroque italien s'ouvrent dans l'arrondi du plafond. Sur les murs est peint un décor en faux marbre vert et rouge de Languedoc. L'escalier suspendu ne dessert que l'étage noble et possède une superbe rampe en fer forgée par le fameux serrurier Bernard Ortet.

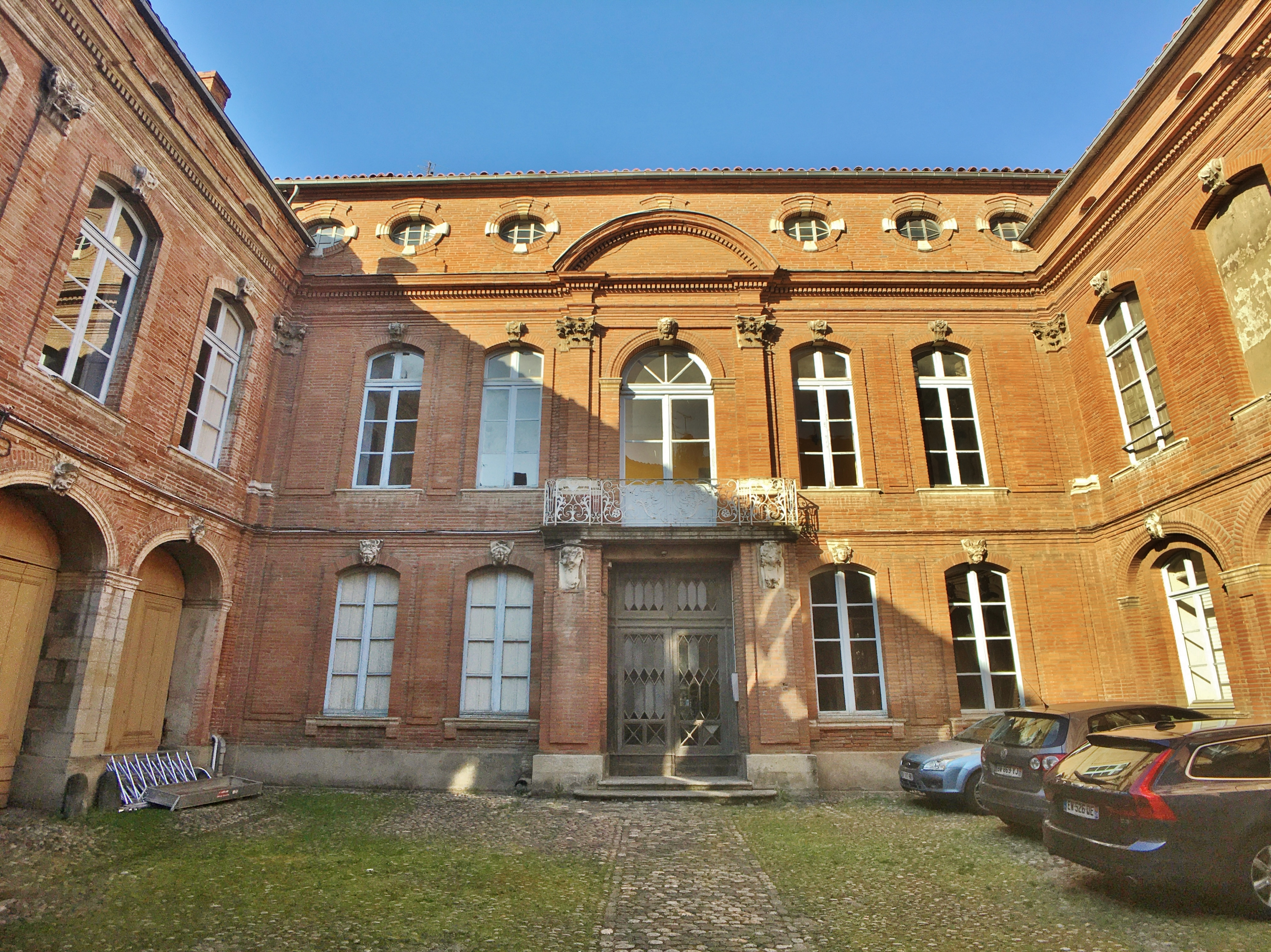
Hôtel de Puivert : façade principale dans la cour.
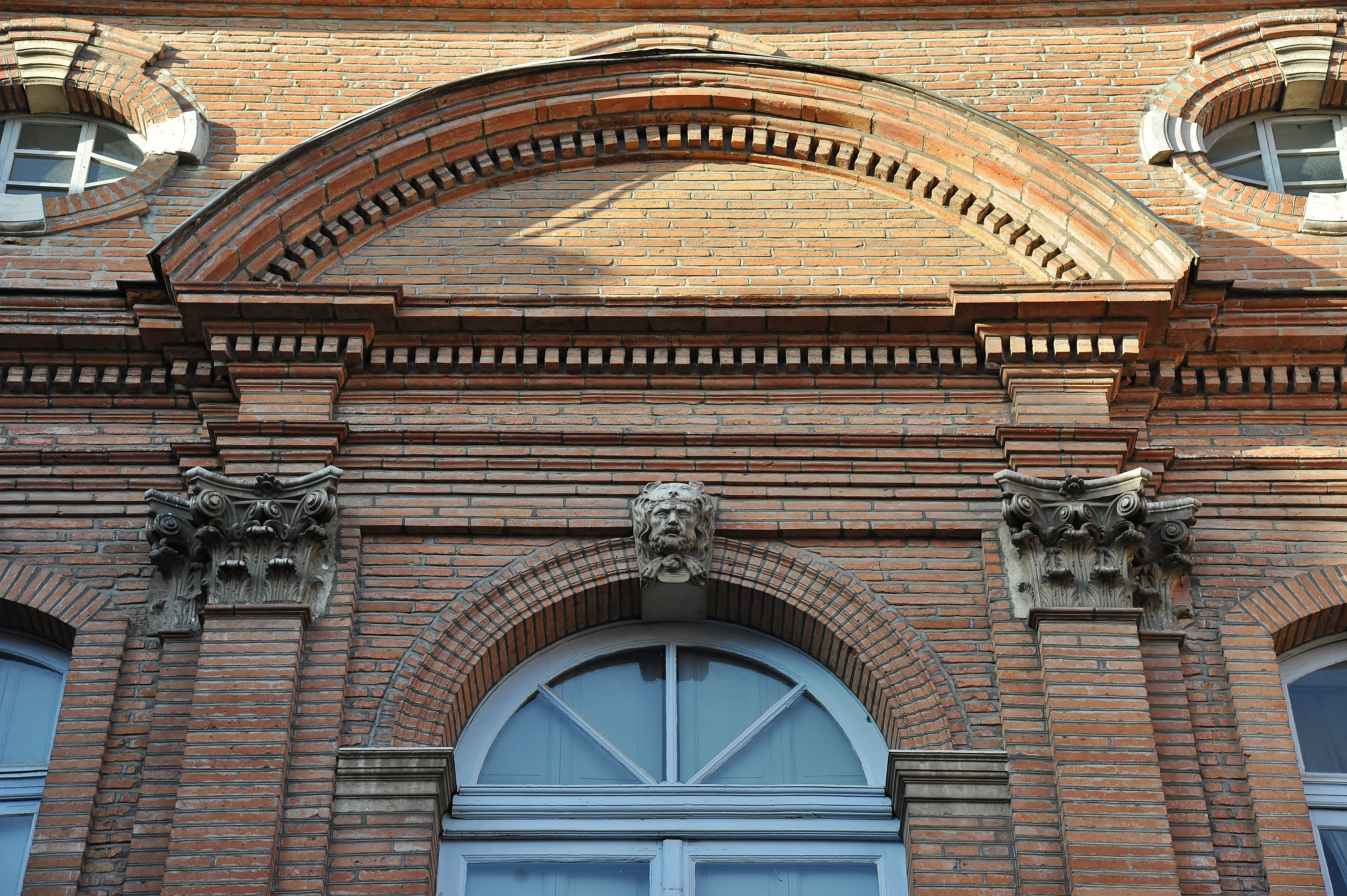
Puivert : fronton sur la cour.
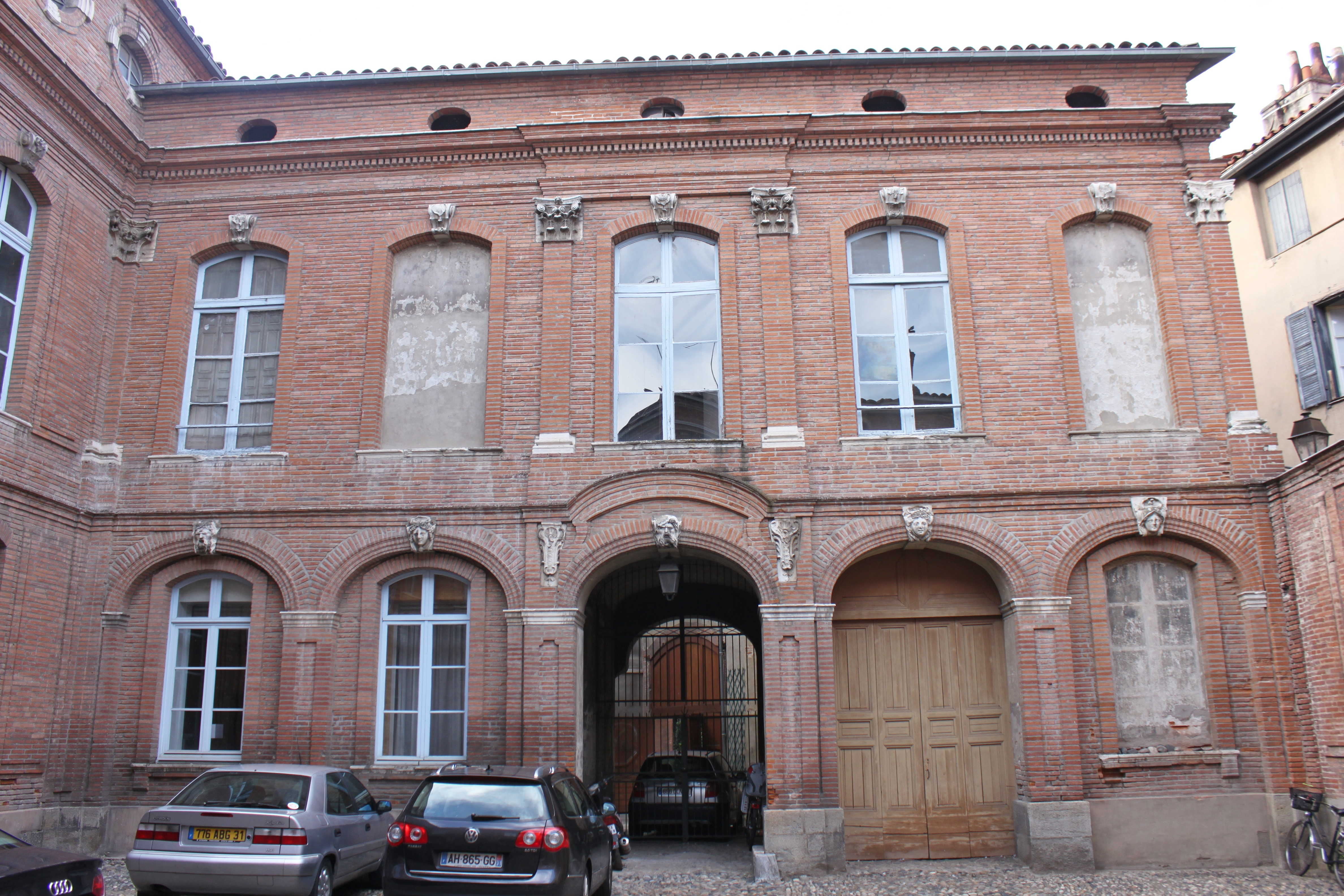
Puivert : façade latérale dans la cour.
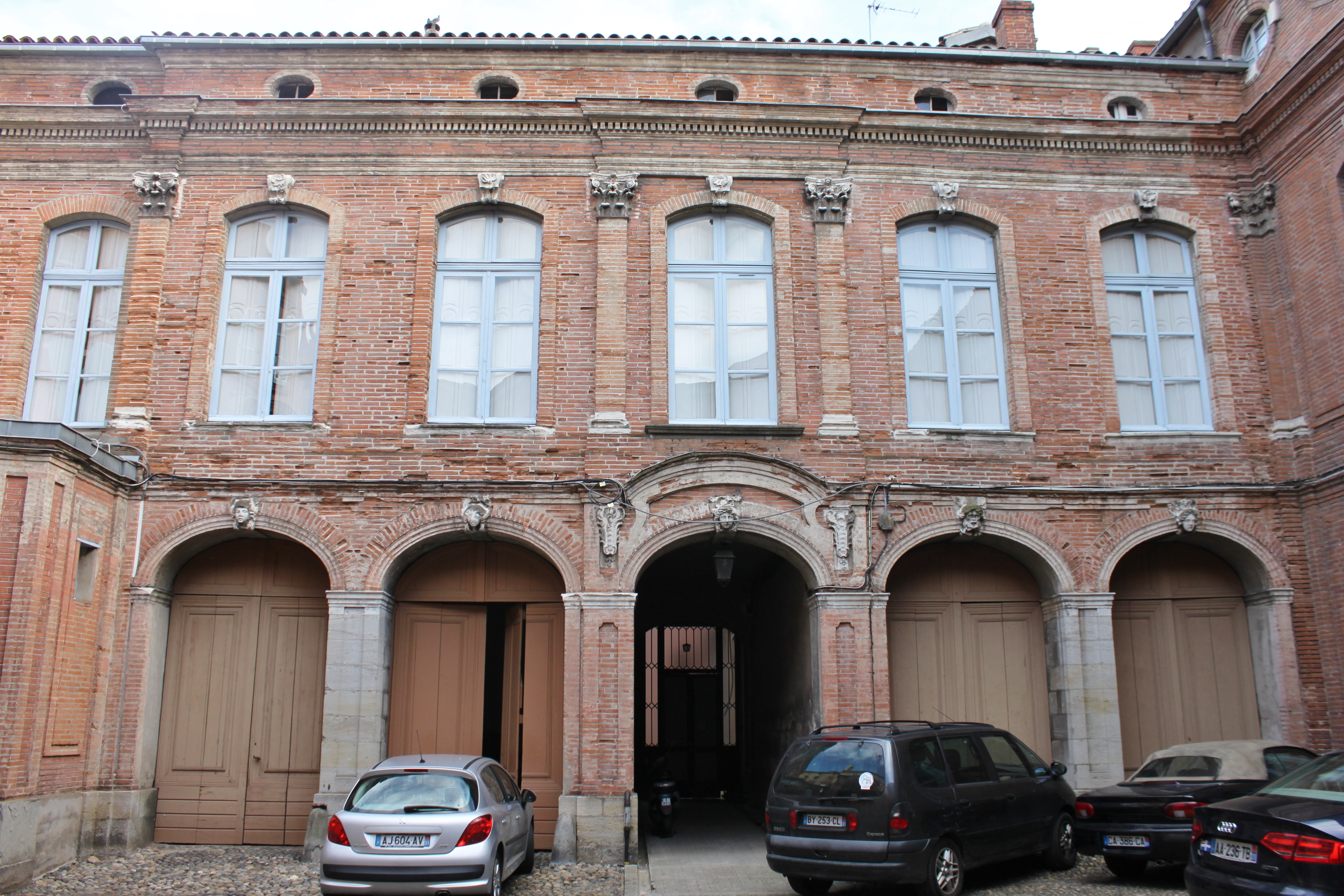
Puivert : façade latérale dans la cour.
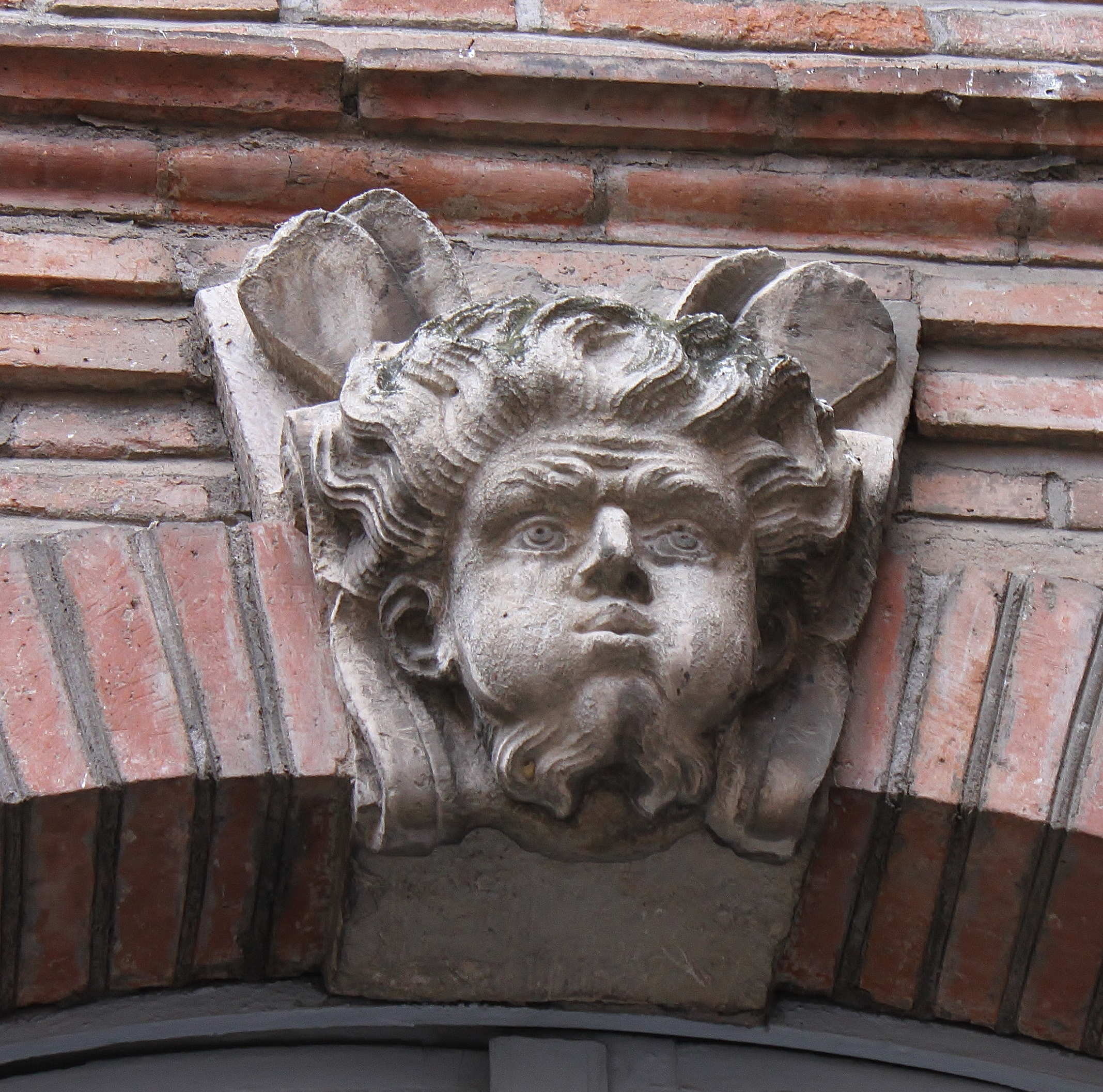
Puivert : exemple de clé d'arc dans la cour.
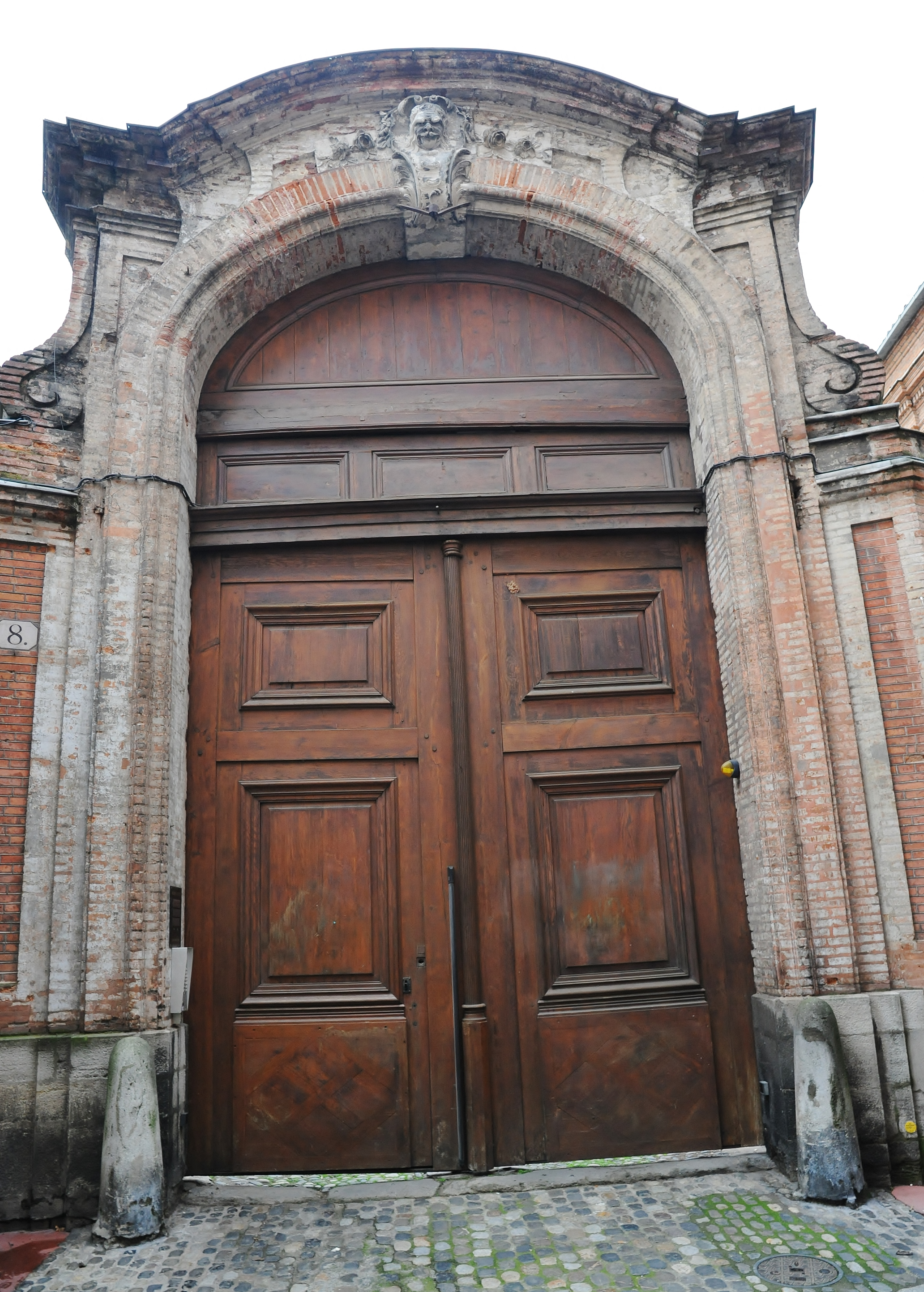
Puivert : portail.
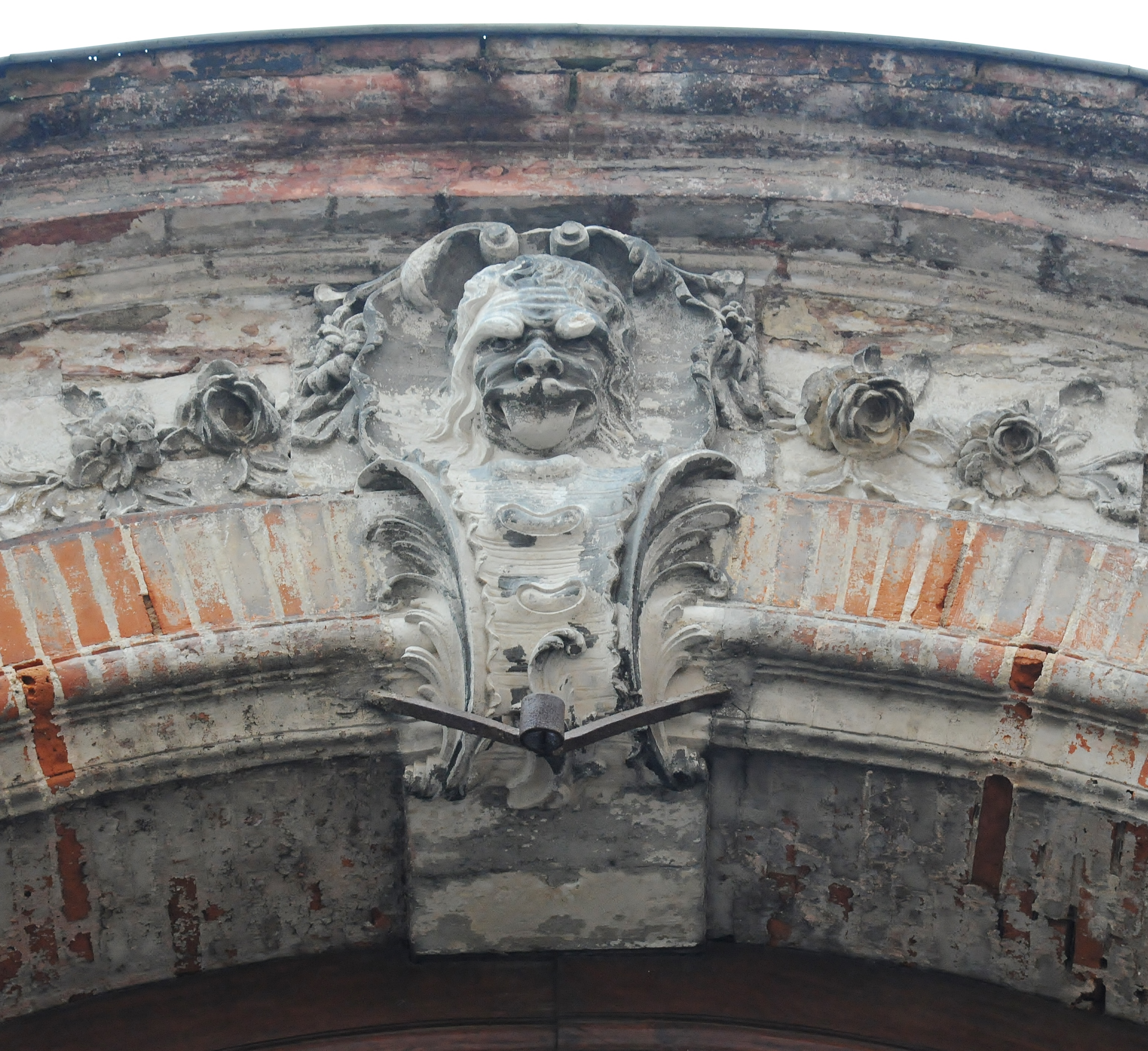
Puivert : clé d'arc sculptée du portail.
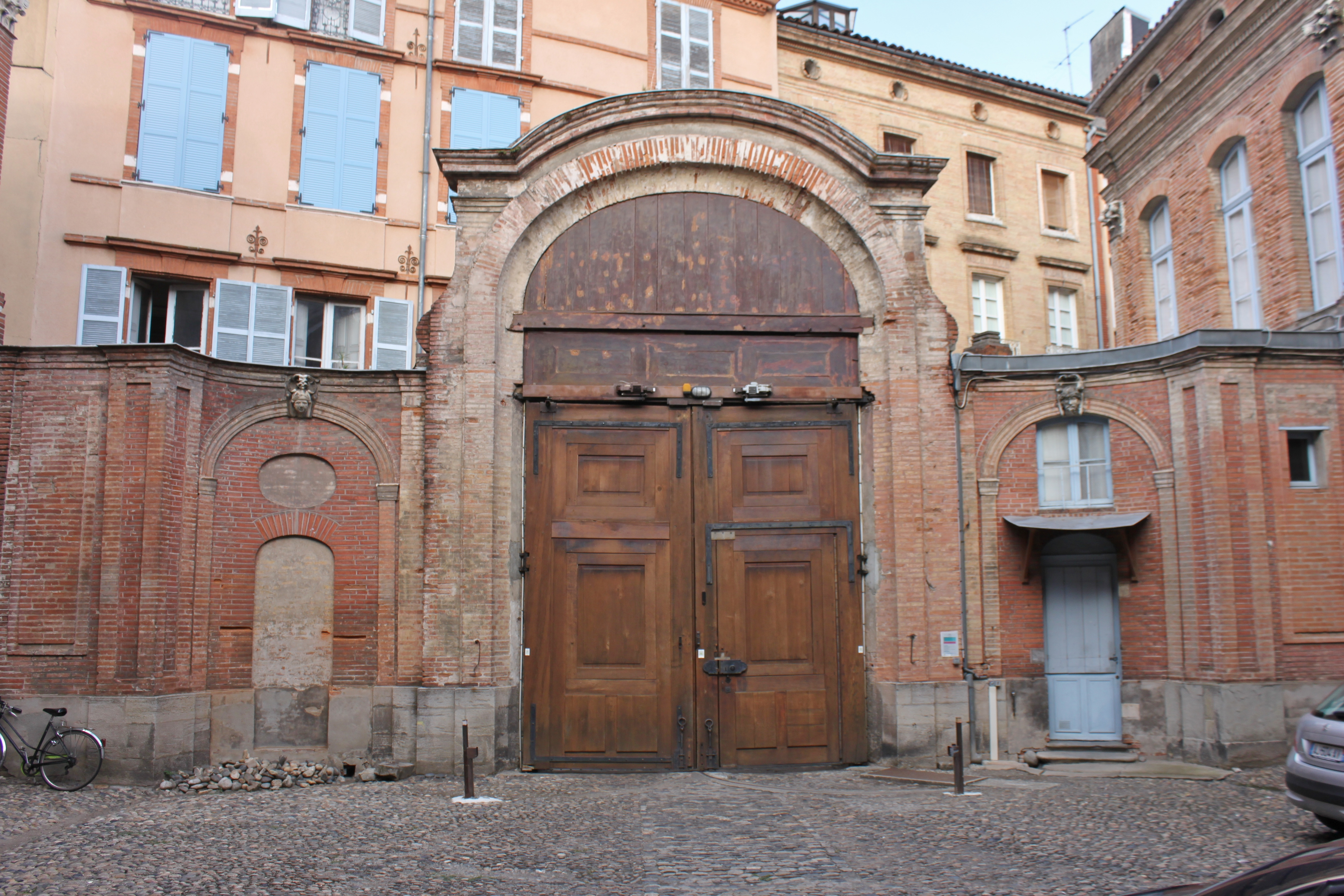
Puivert : revers du portail vu de la cour.
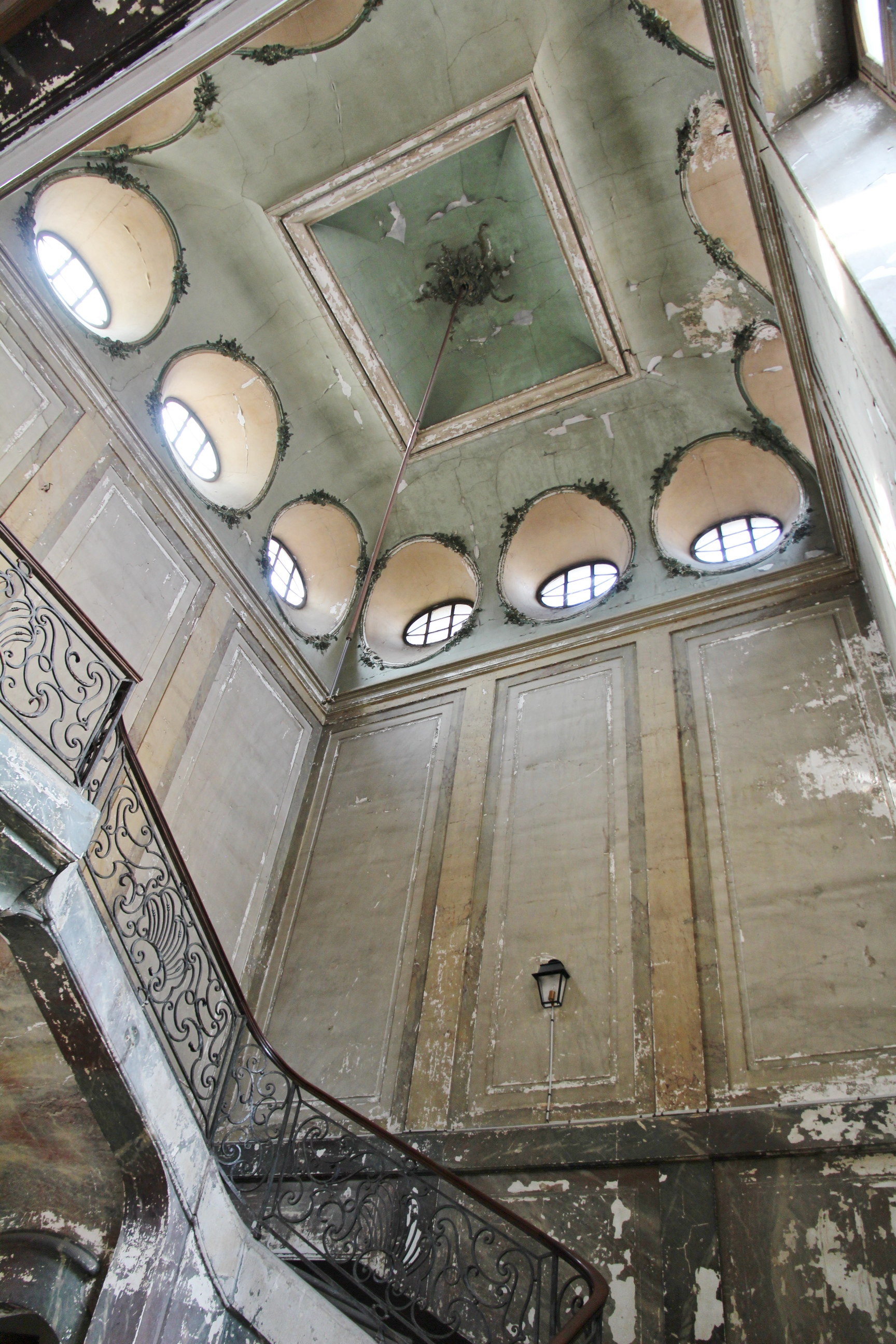
Puivert : cage d'escalier.
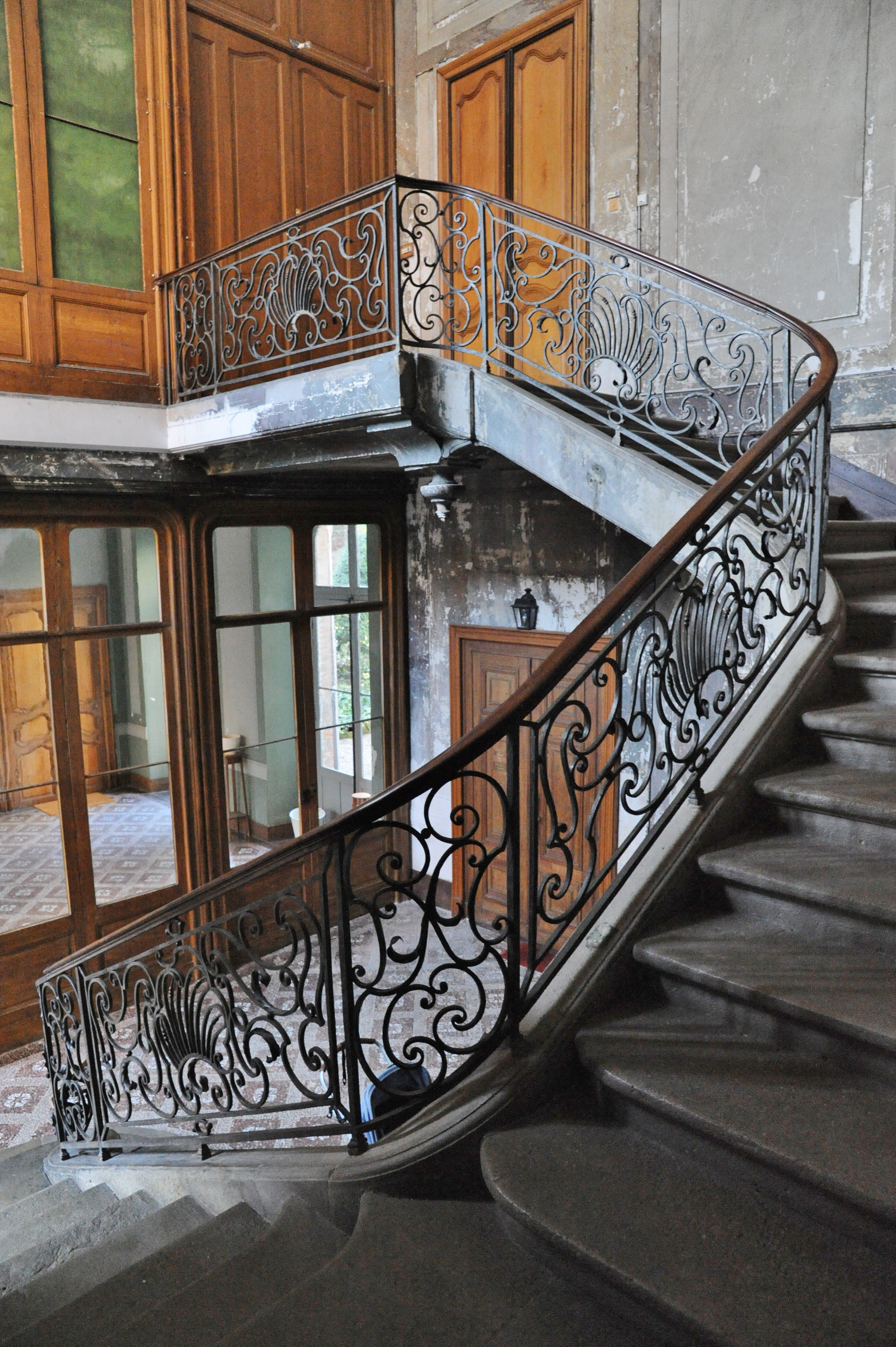
Puivert : rampe d'escalier de Bernard Ortet.
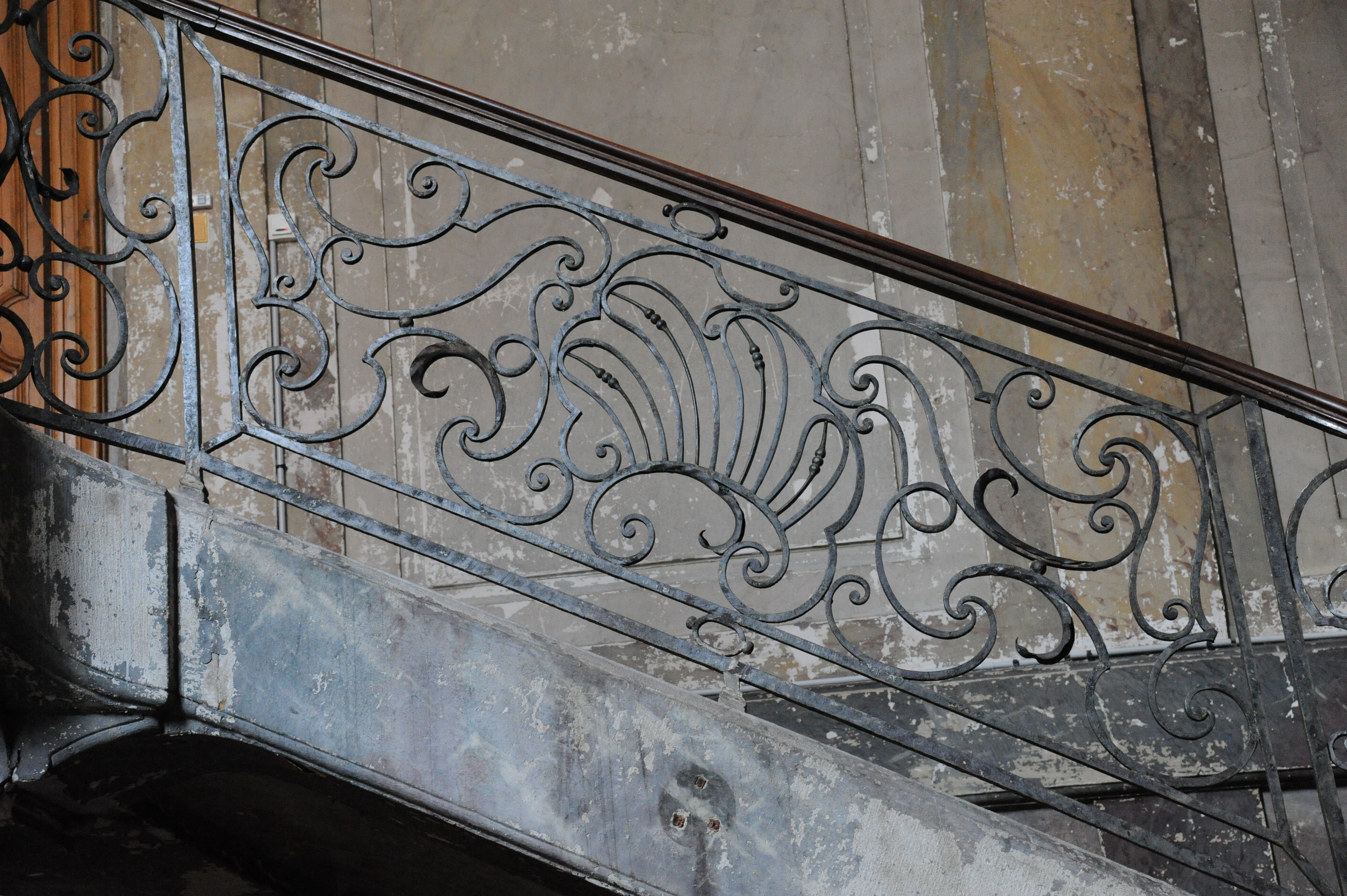
Puivert : détail de la rampe d'escalier.
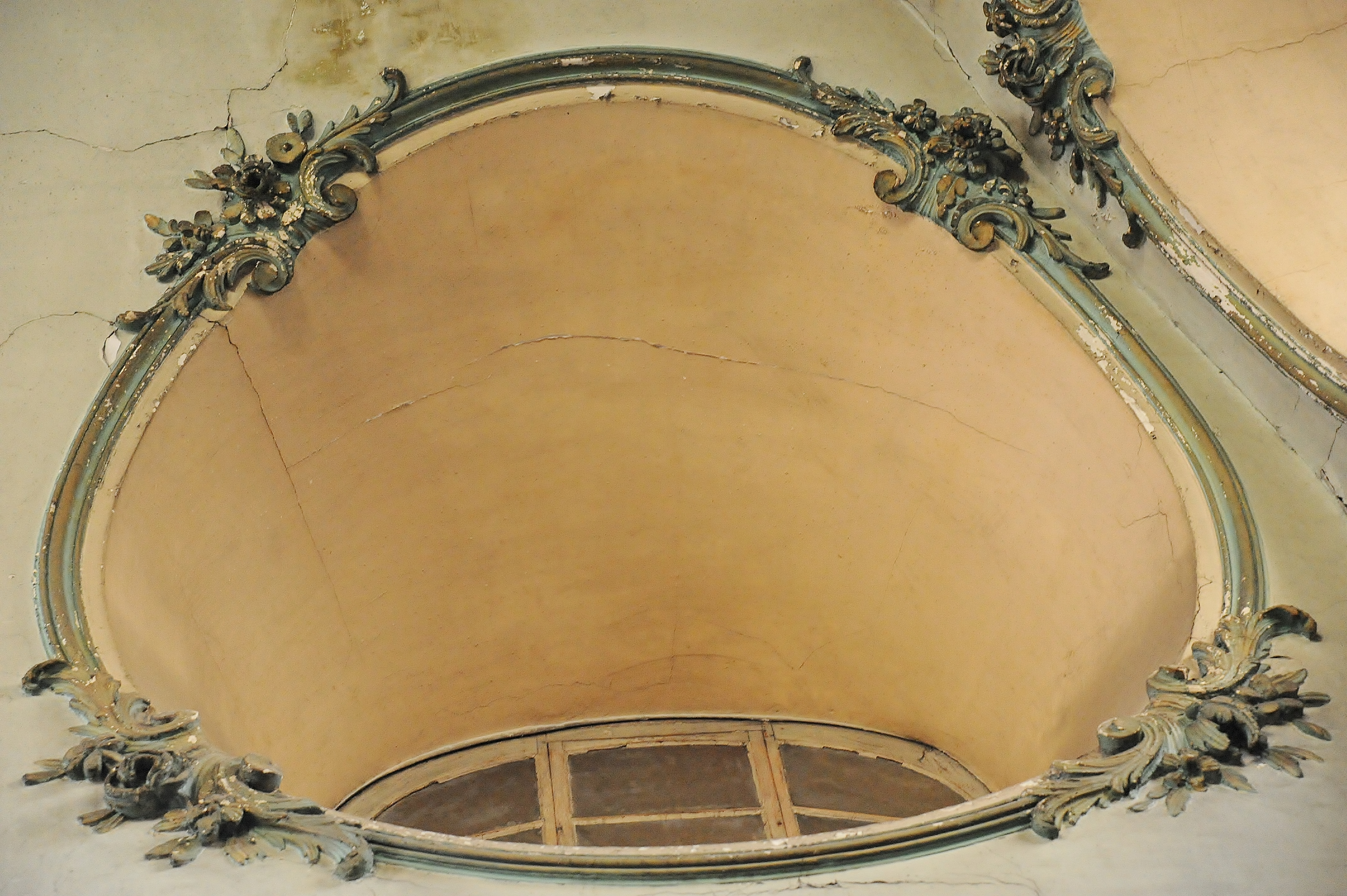
Puivert : oculus dans la cage d'escalier.
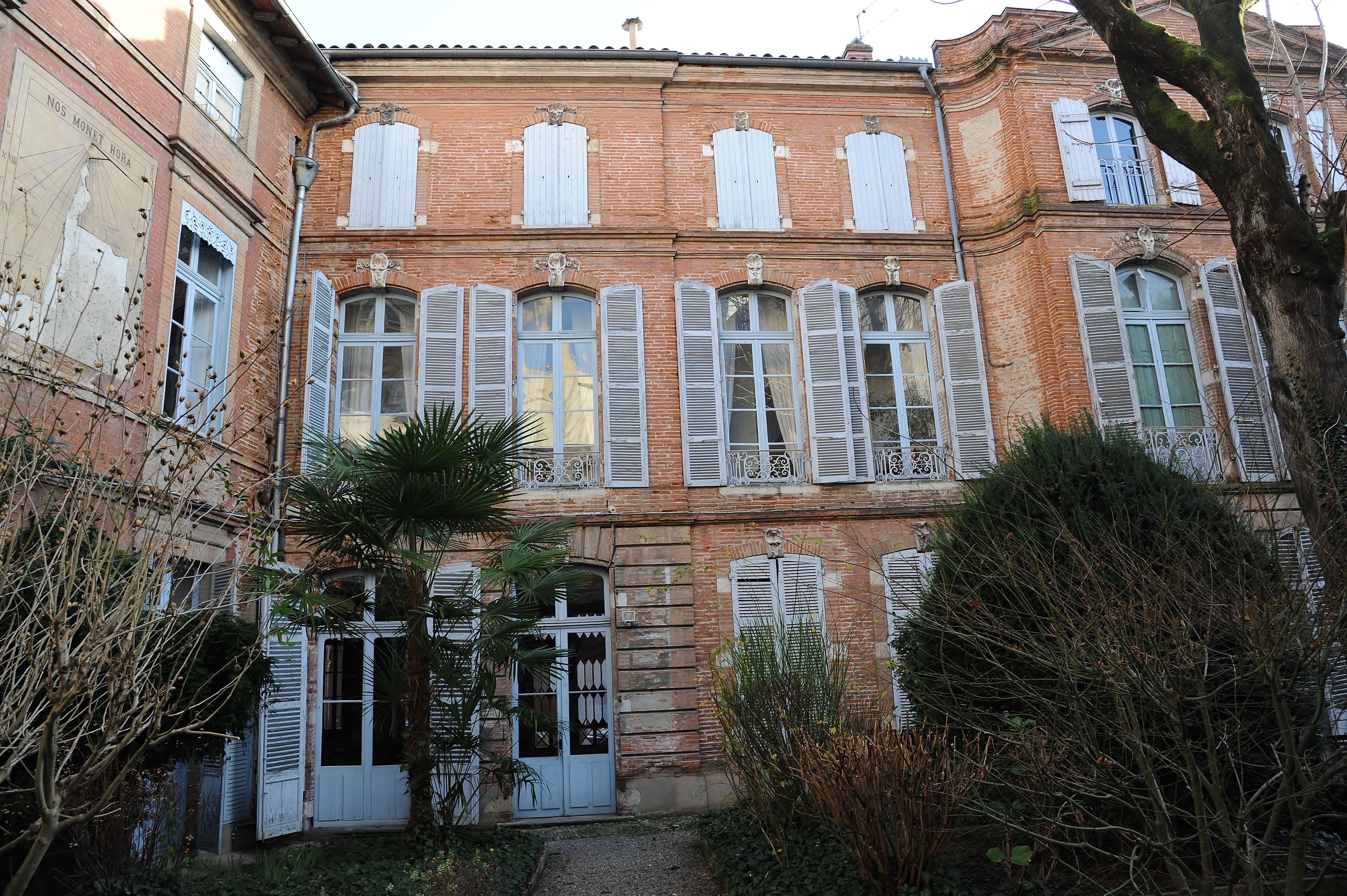
Puivert : façade d'axe sur jardin.
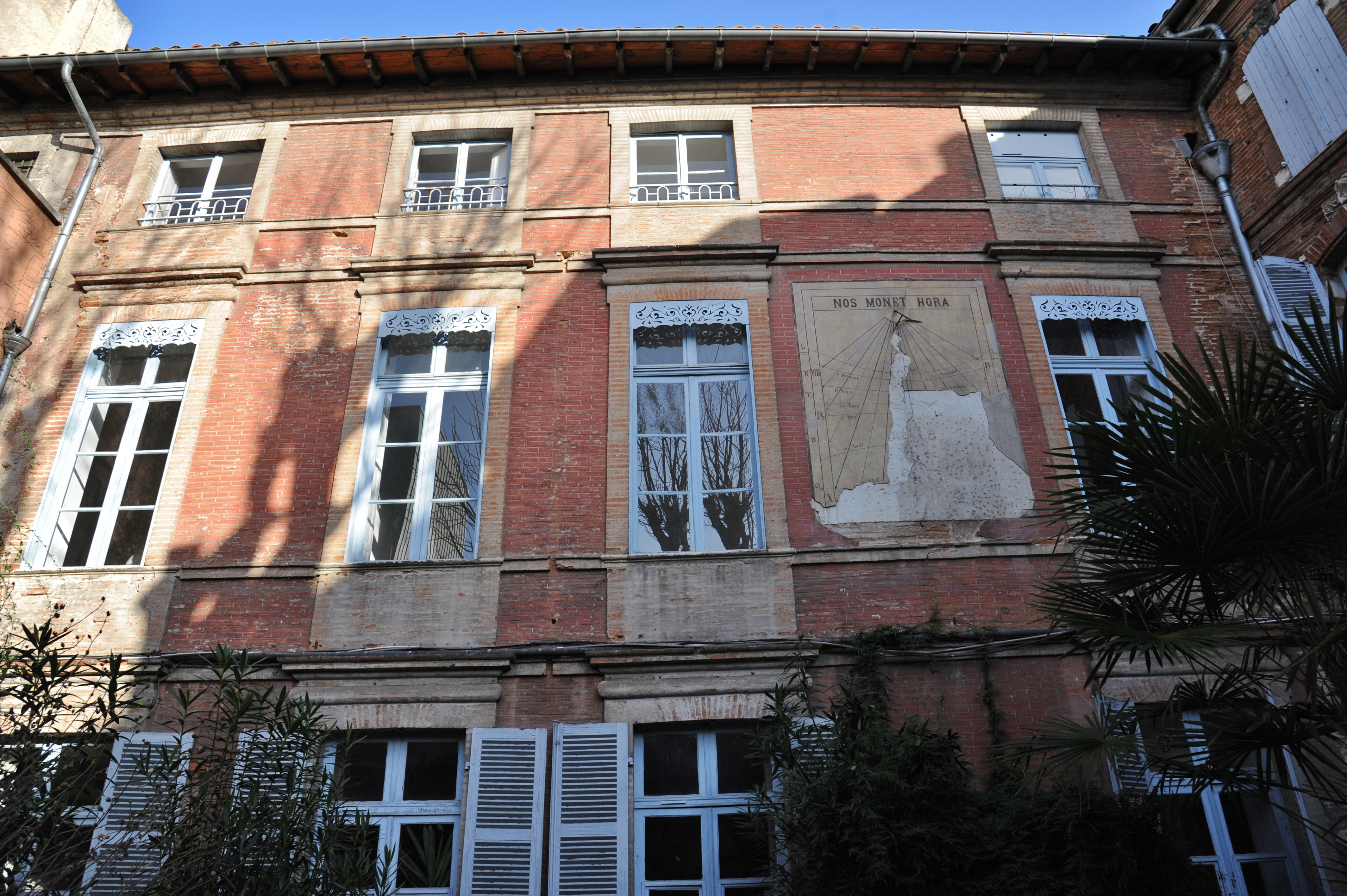
Puivert : façade latérale sur jardin.
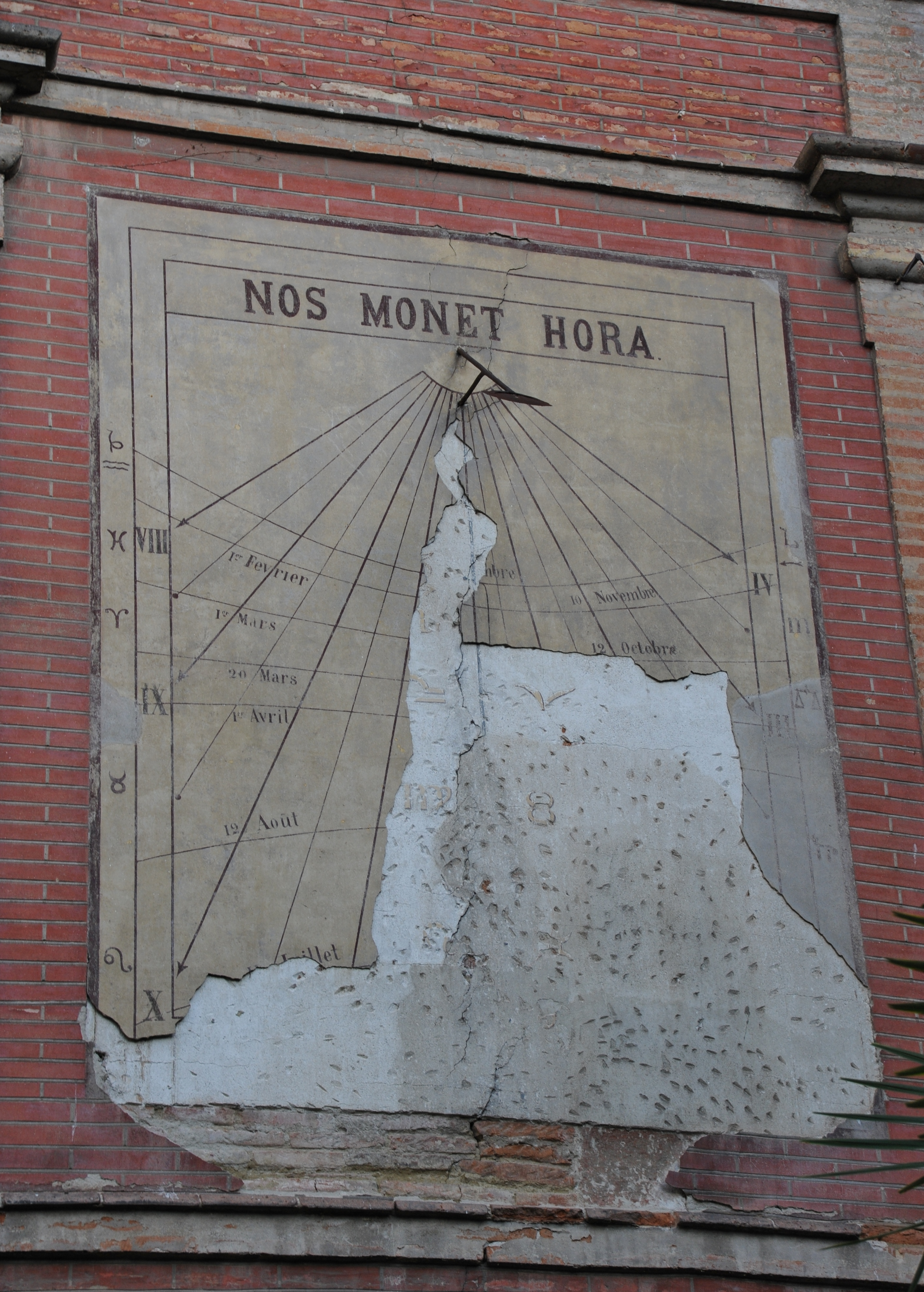
Puivert : cadran solaire du XIXe siècle.
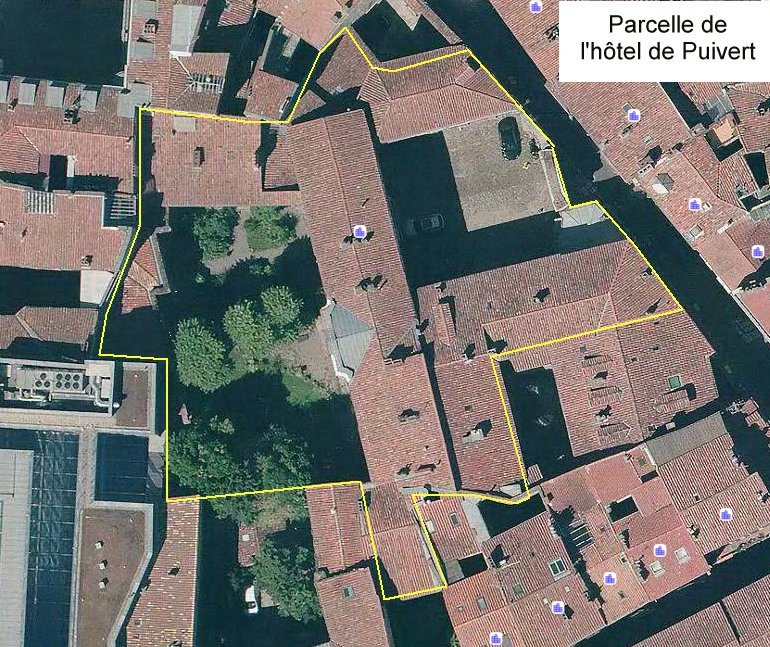
Vue de la parcelle de l'hôtel de Puivert.

### L'hôtel de Jossé-Decars
Adresse : 12 rue Vélane. Inscrit MH.
Jean-George de Jossé-Decars, chevalier de l'ordre de Saint-Lazare, et son épouse Jeanne Louise François de Palaprat, font bâtir après 1756 cet hôtel particulier en privilégiant la façade sur rue, sur laquelle est concentrée toute la recherche architecturale et qui témoigne du classicisme des années 1750. L'accent est mis sur les lignes géométriques créées par les pilastres, les cordons et la corniche, ainsi que sur la qualité des ferronneries de style rocaille.

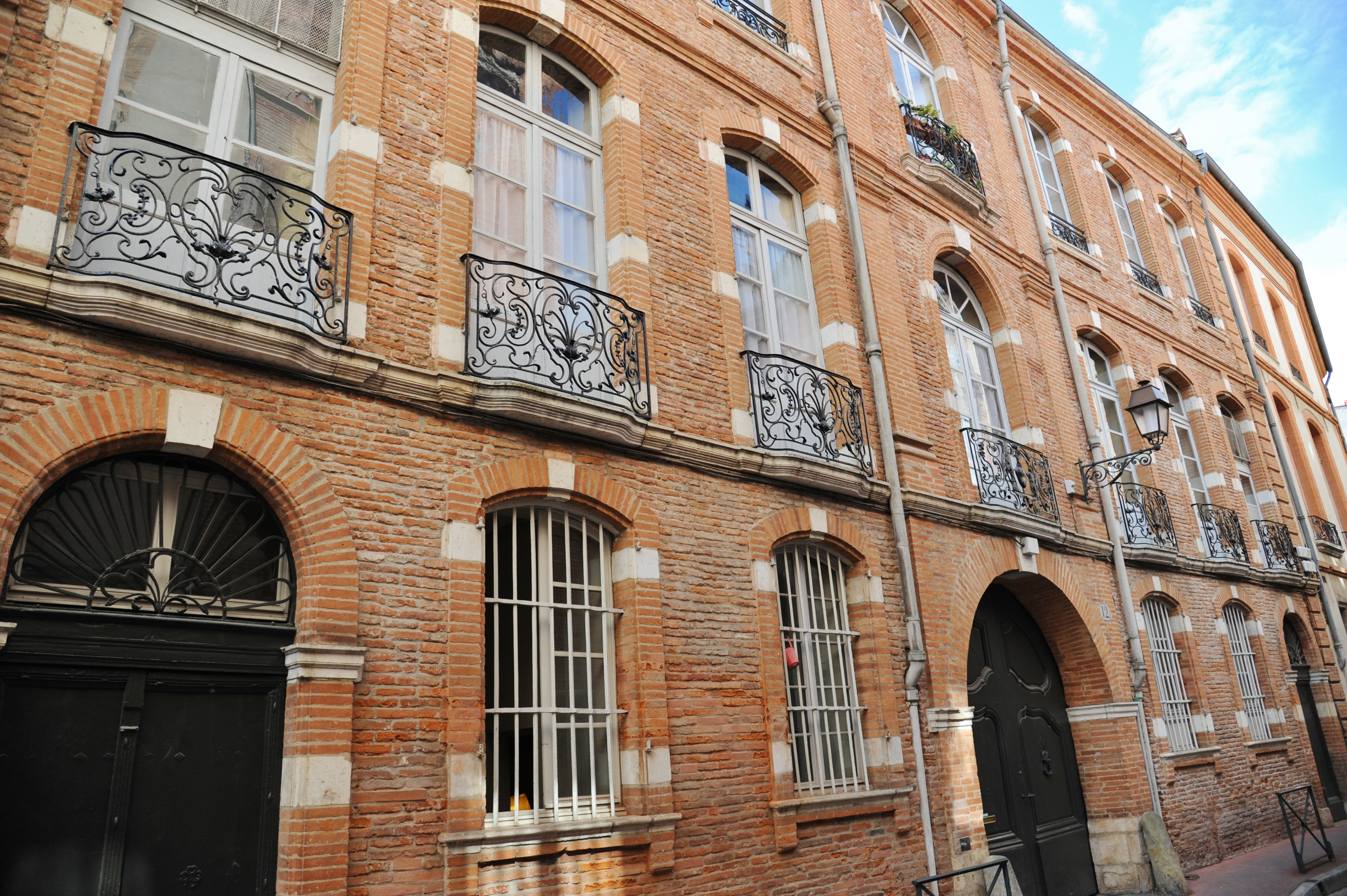
Hôtel Jossé-des-Cars.
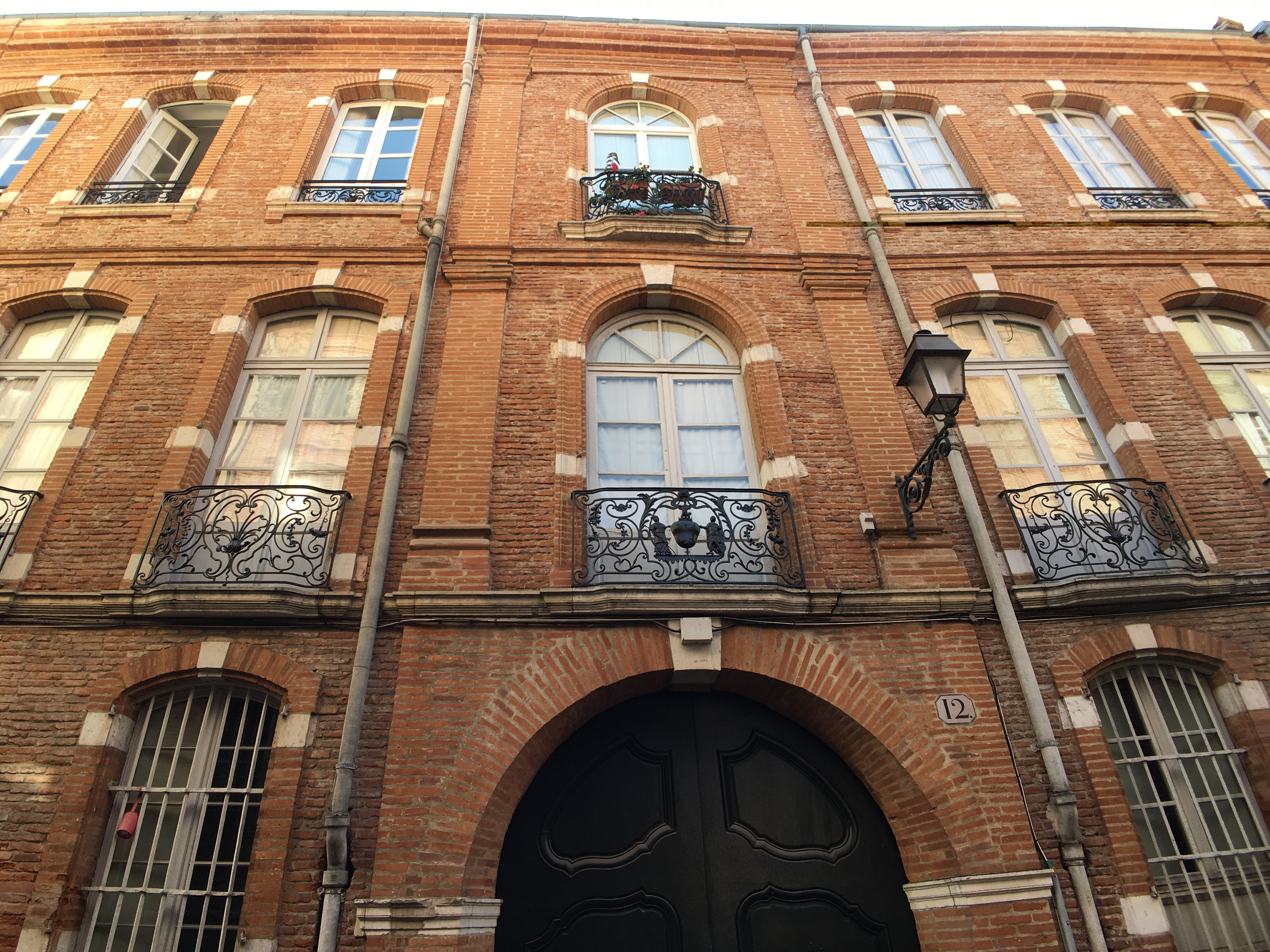
Hôtel Jossé-des-Cars.
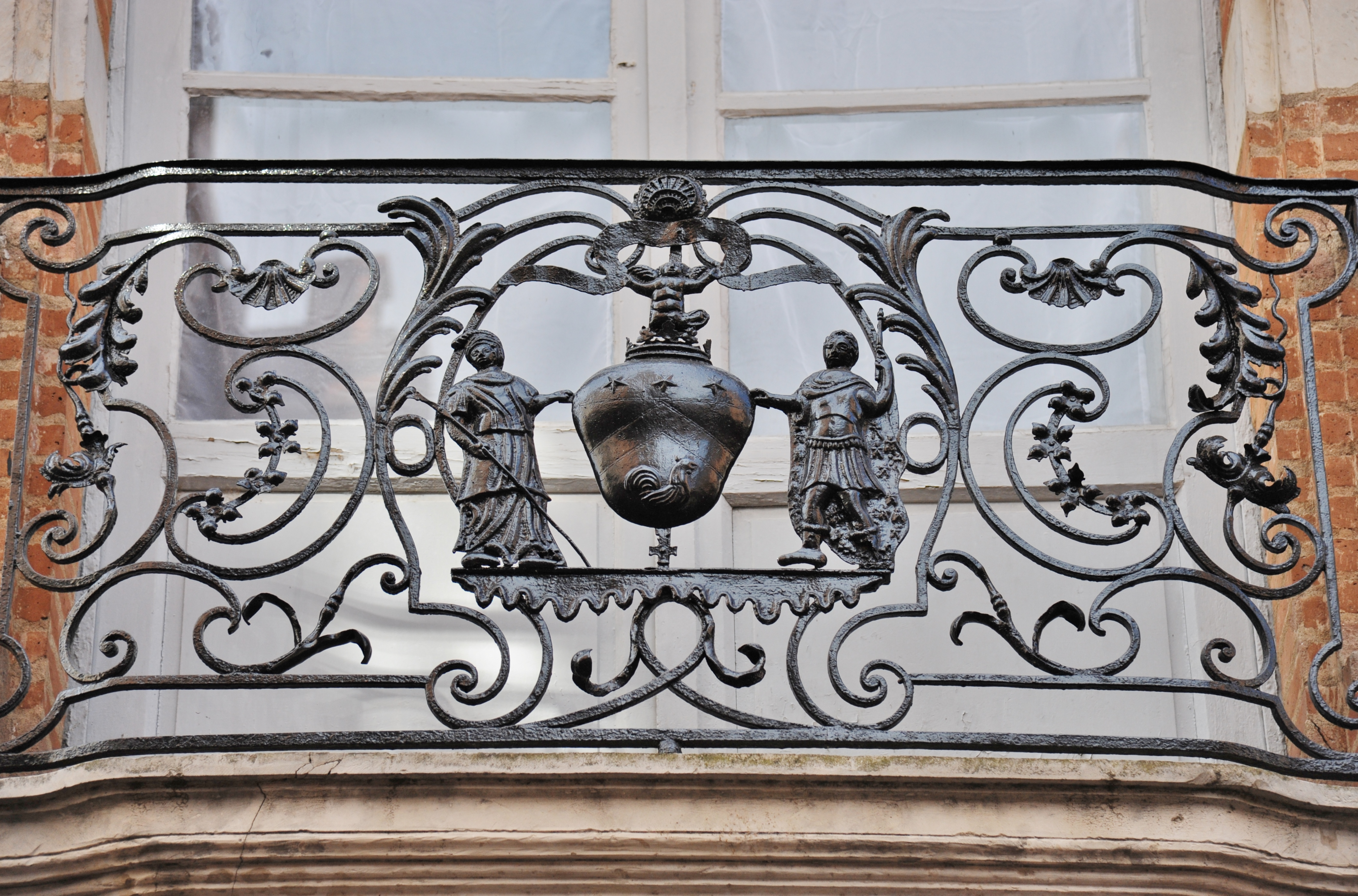
Hôtel Jossé-des-Cars.

### L'hôtel de Sacère-Murat
Adresse : 5 rue Vélane. Non protégé MH.
C'est Paule Dupouy de Sacère, veuve de Jean-Jérôme de Soleilhavolp de Murat, qui fit bâtir cet hôtel à partir de 1758. Cet hôtel entre cour et jardin a dû concilier les exigences de l'hôtel classique avec l'étroitesse de la parcelle de seulement 500 mètres carrés. Du fait du manque d'espace, la monumentale porte cochère a été intégrée dans une aile de deux étages, ce qui lui donne également les caractéristiques d'un hôtel sur la rue. Les pièces nobles sont éloignées de la rue, situées entre cour et jardin, et l'escalier qui les dessert prend la quasi-totalité de l'aile bordant la cour.

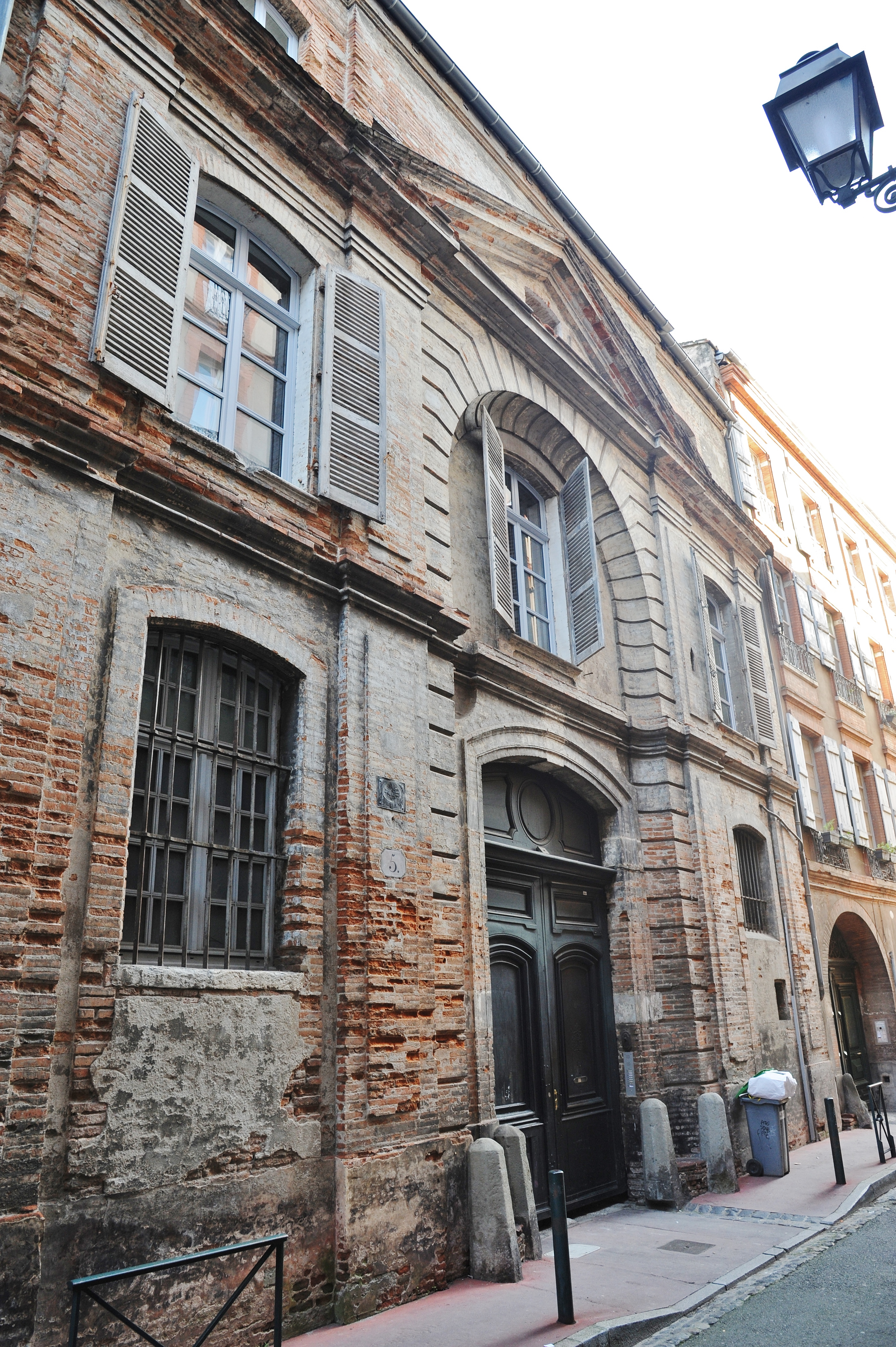
Hôtel de Sacère-Murat.
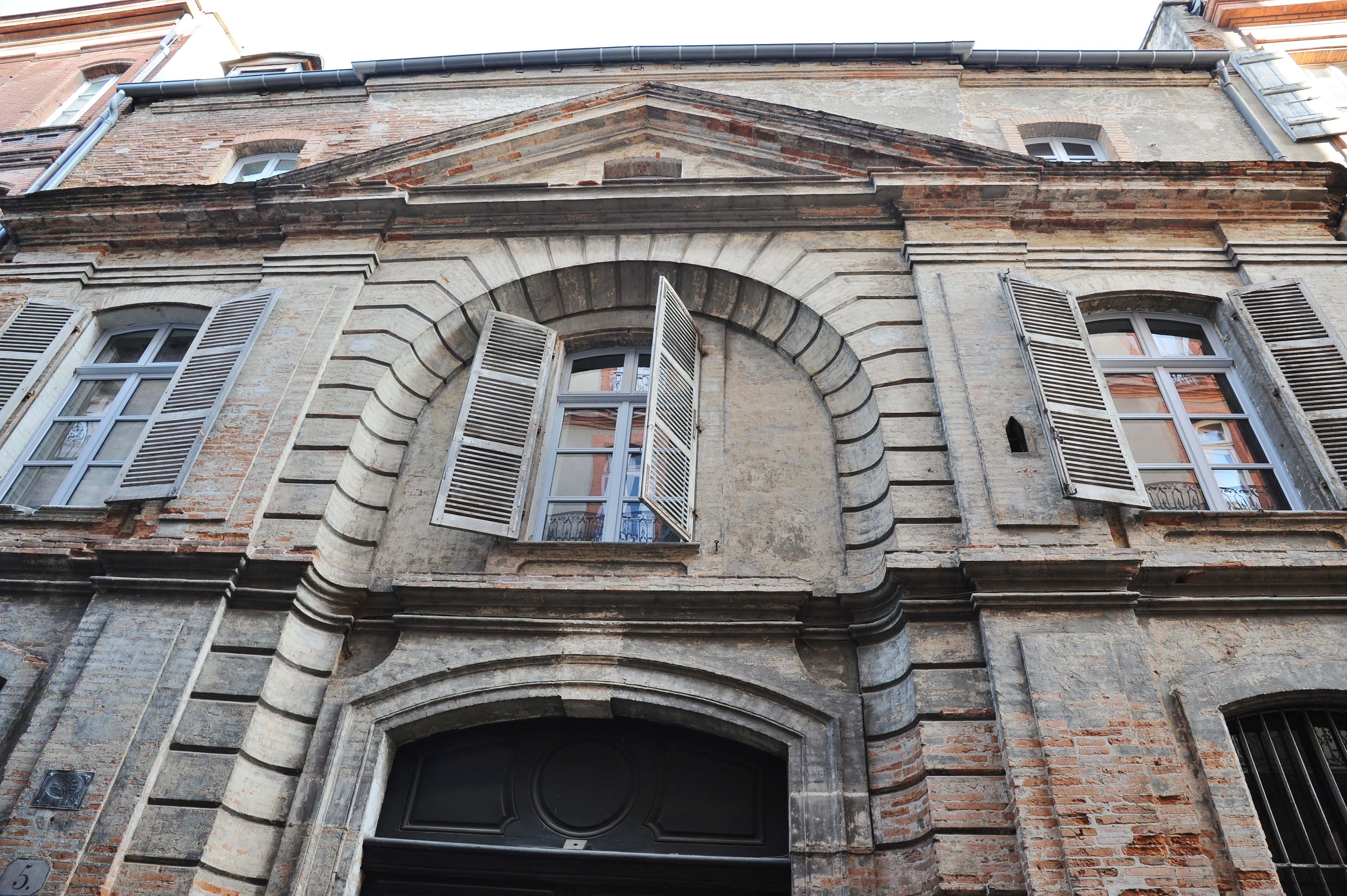
Hôtel de Sacère-Murat.
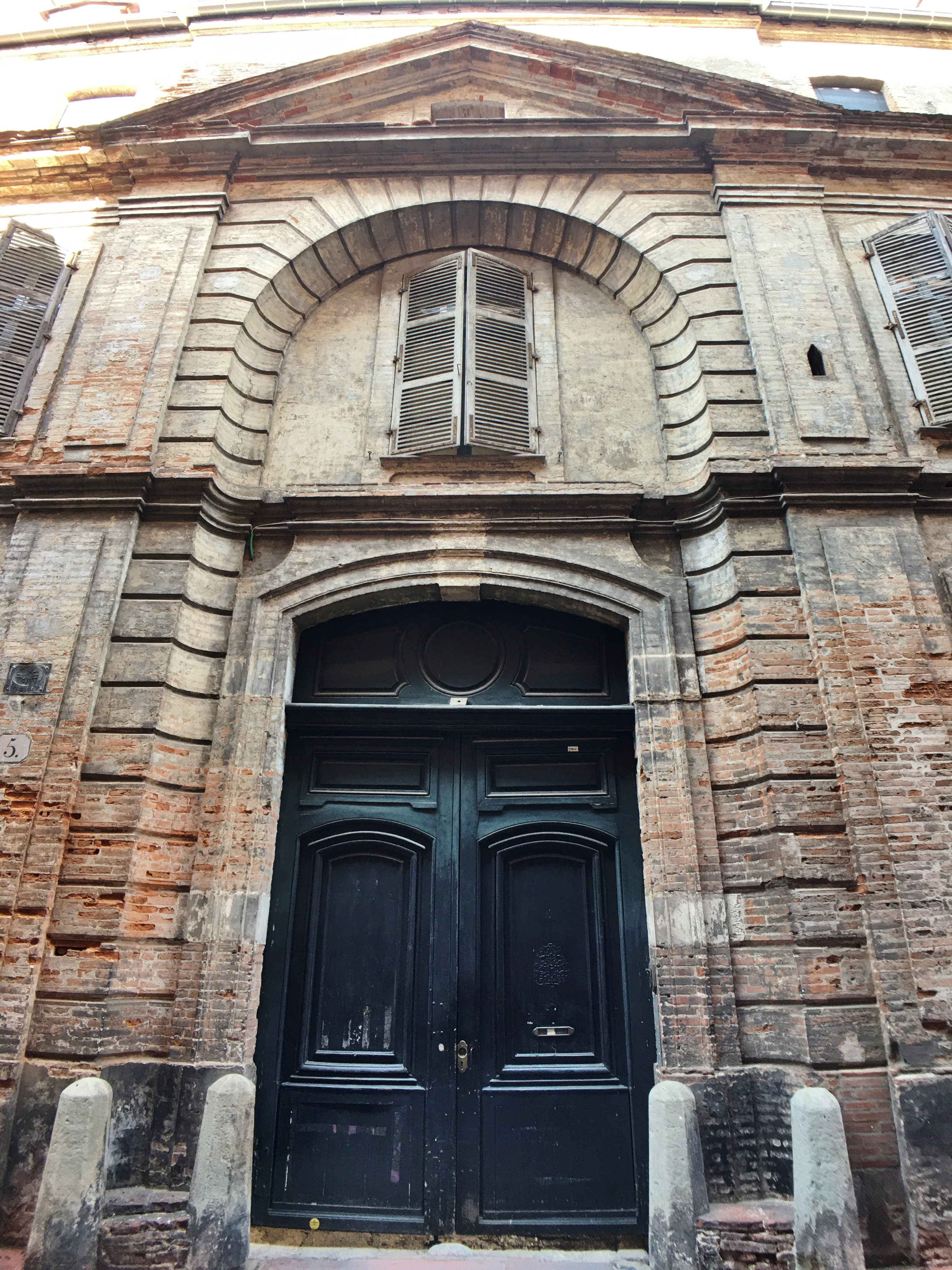
Hôtel de Sacère-Murat.
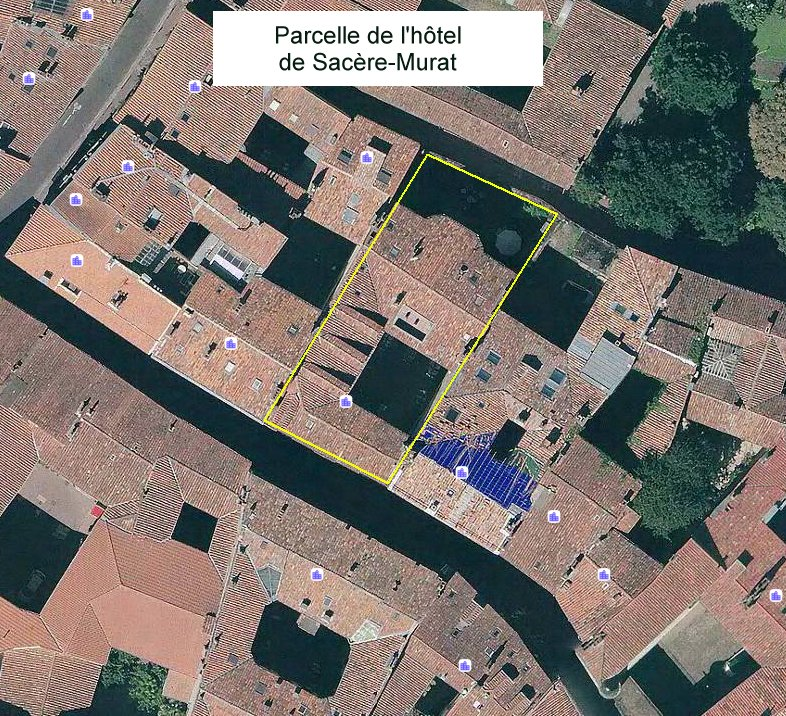
Vue de la parcelle de l'hôtel de Sacère-Murat.

### L'hôtel de Ciron-Fumel (palais consulaire)
Adresse : 2 rue d'Alsace-Lorraine. Non protégé MH.
Cet édifice a successivement abrité l'hôtel de Ciron (1645-1742) dont il reste des plafonds peints, puis l'hôtel de Fumel (1744-1769) dont datent les deux ailes sur cour, puis l'hôtel du Premier président du Parlement (1770-1802), puis l'archevêché (1802-1913) et enfin la chambre de commerce et d'industrie de la Haute-Garonne depuis 1913. Tous ces occupants ont tour à tour participé au renouvellement architectural et décoratif de ce bâtiment.

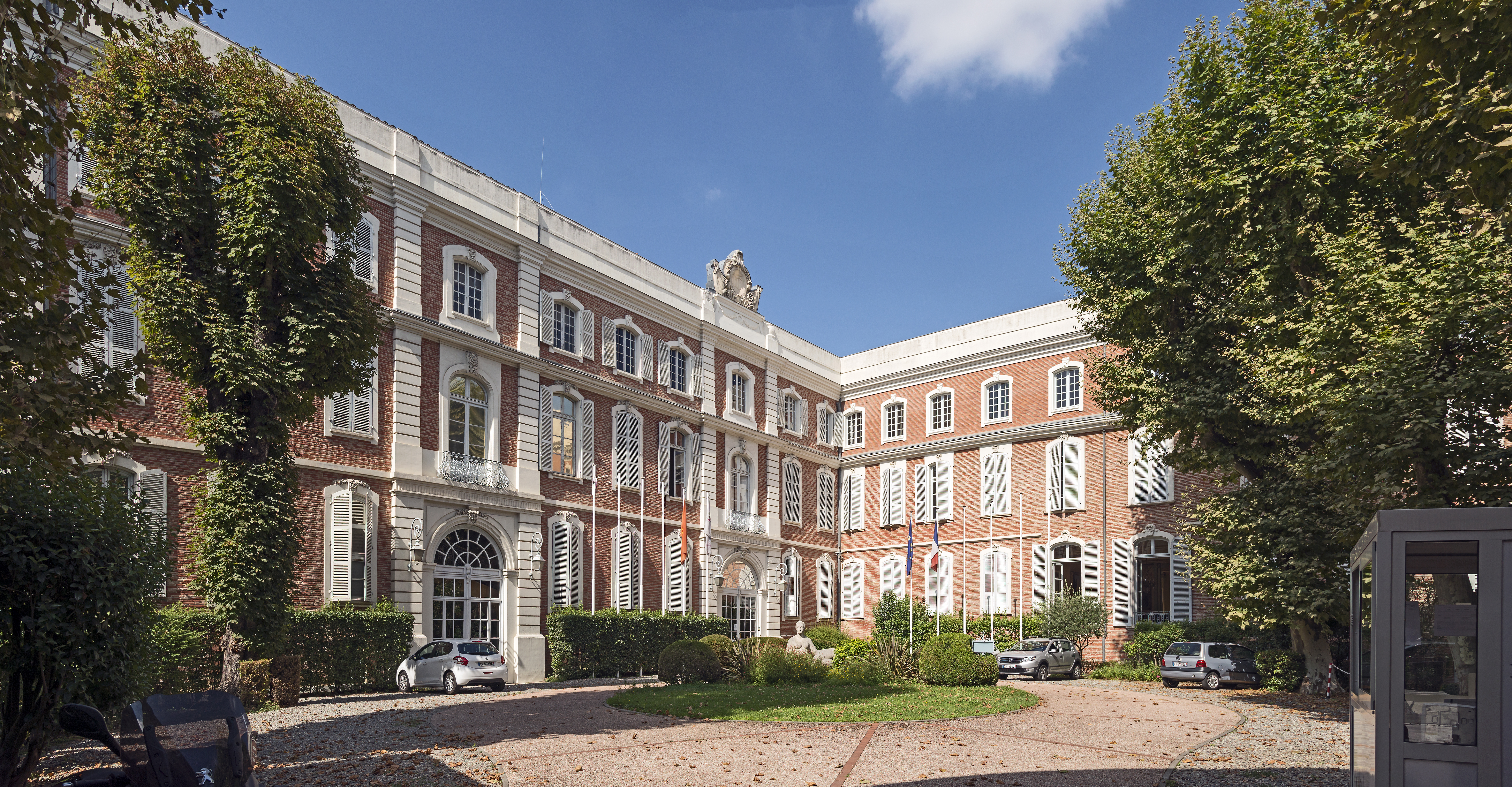
Hôtel de Fumel : façades de la cour intérieure.
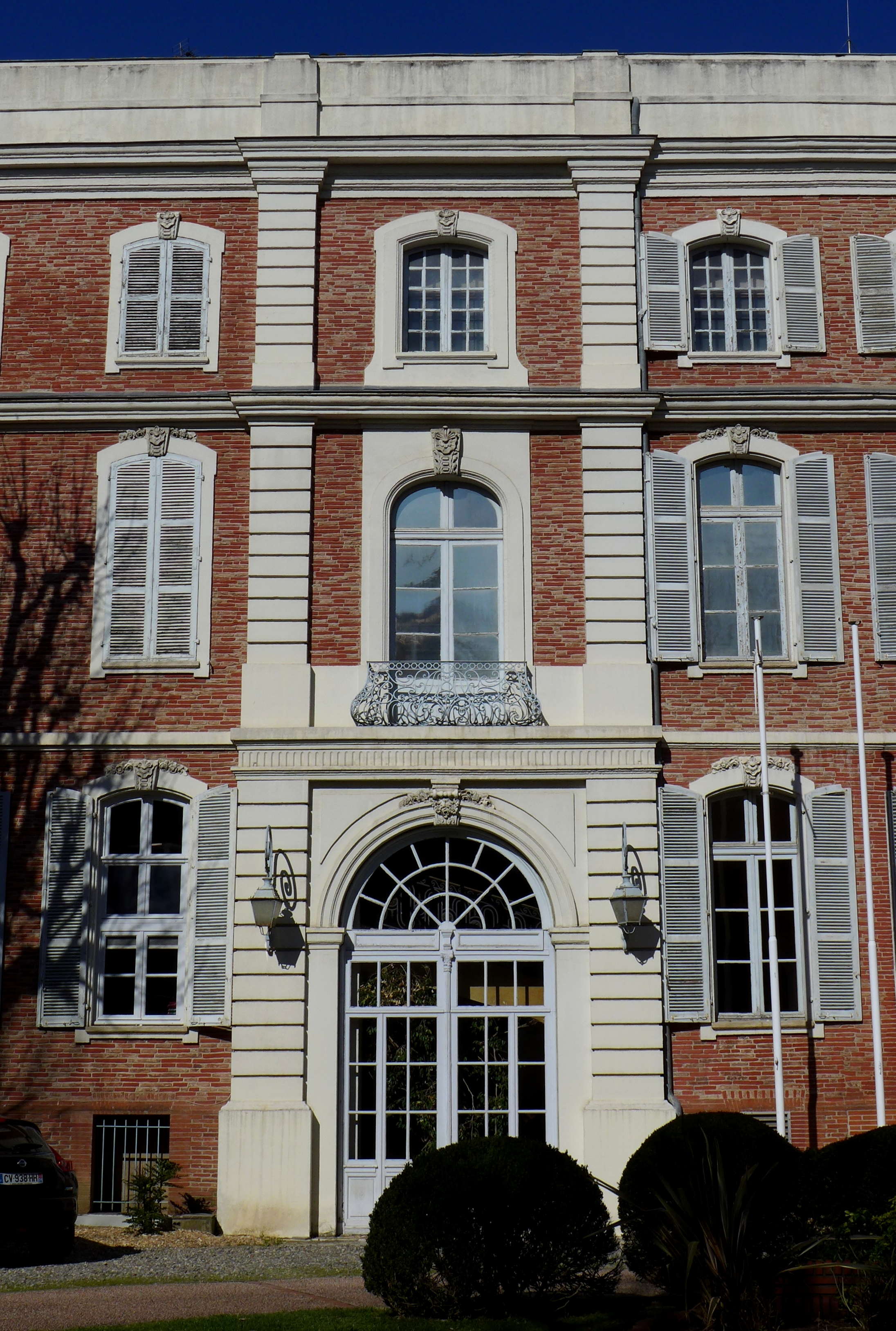
Fumel : détail des façades de la cour intérieure.
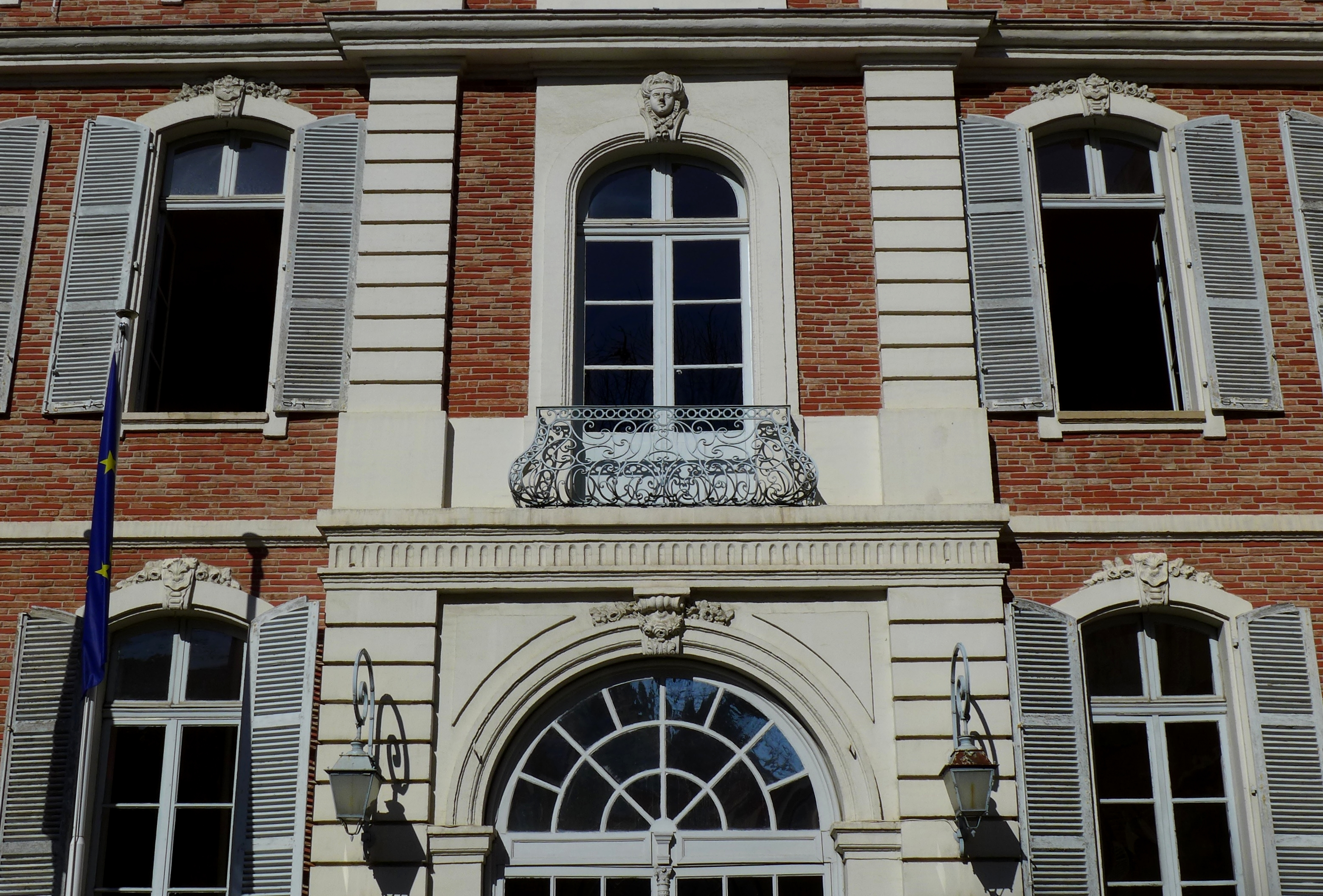
Fumel : détail des façades de la cour intérieure.
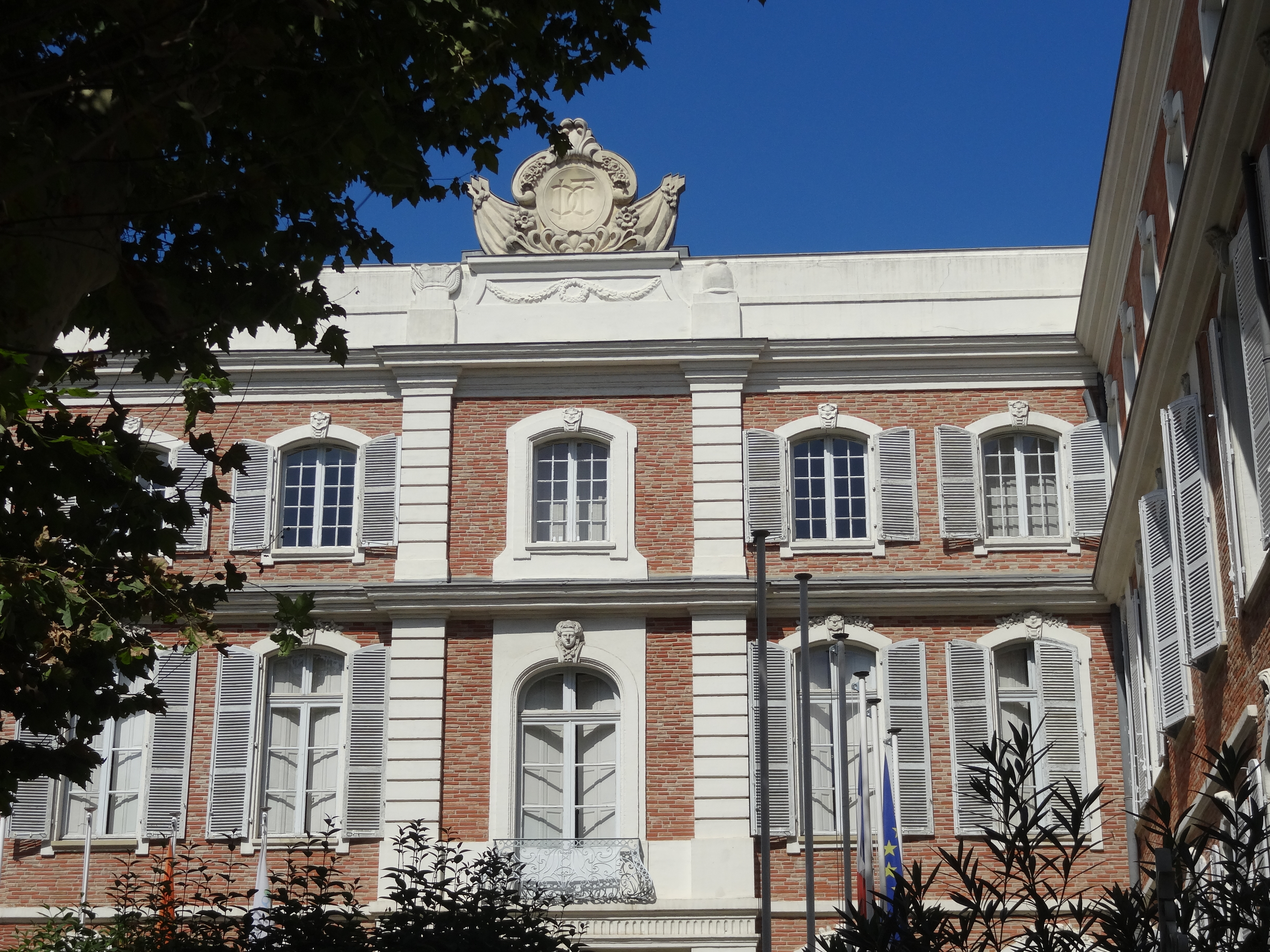
Fumel : détail des façades de la cour intérieure.
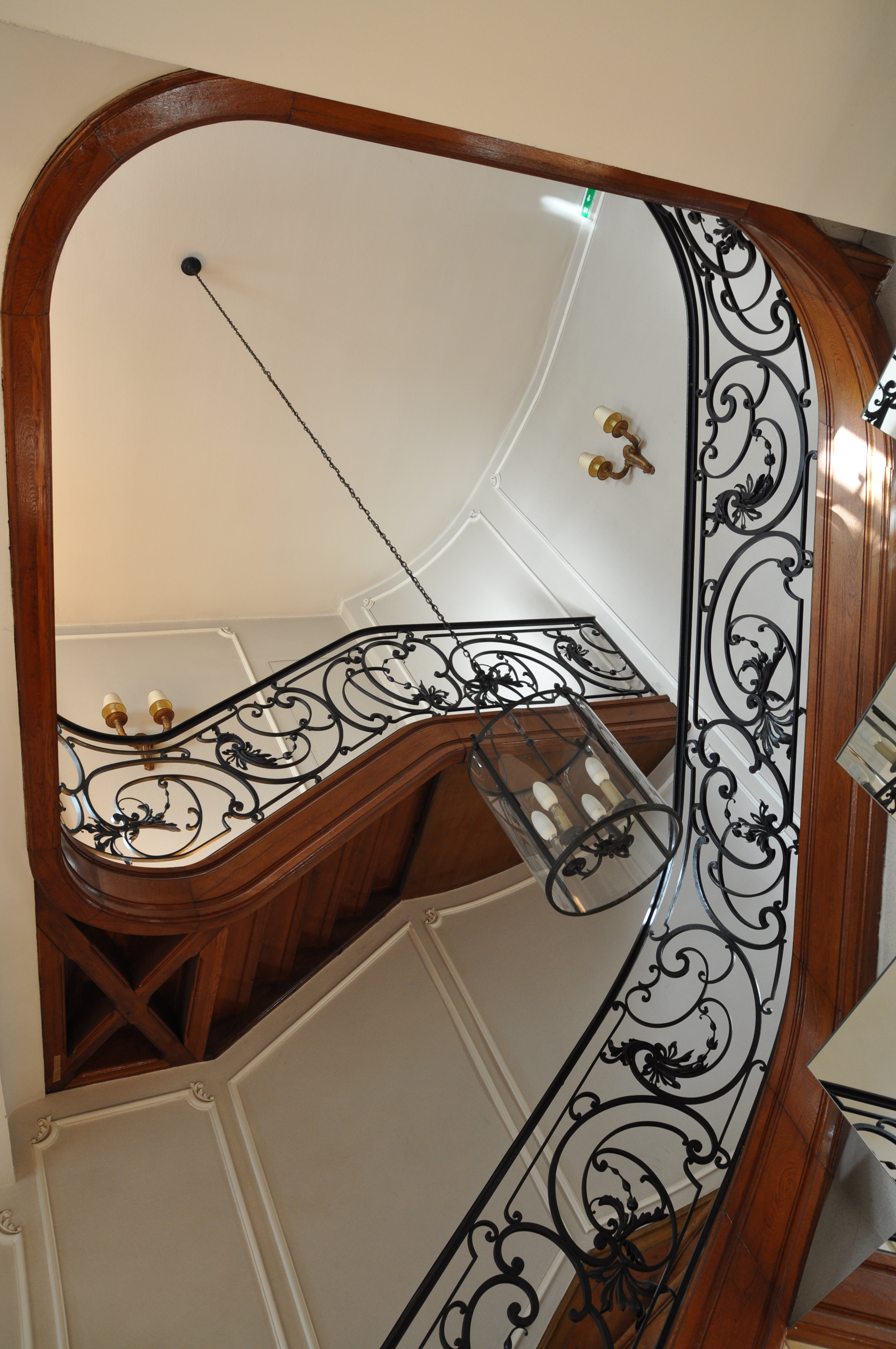
Fumel : l'escalier d'honneur et sa rampe en fer forgé.
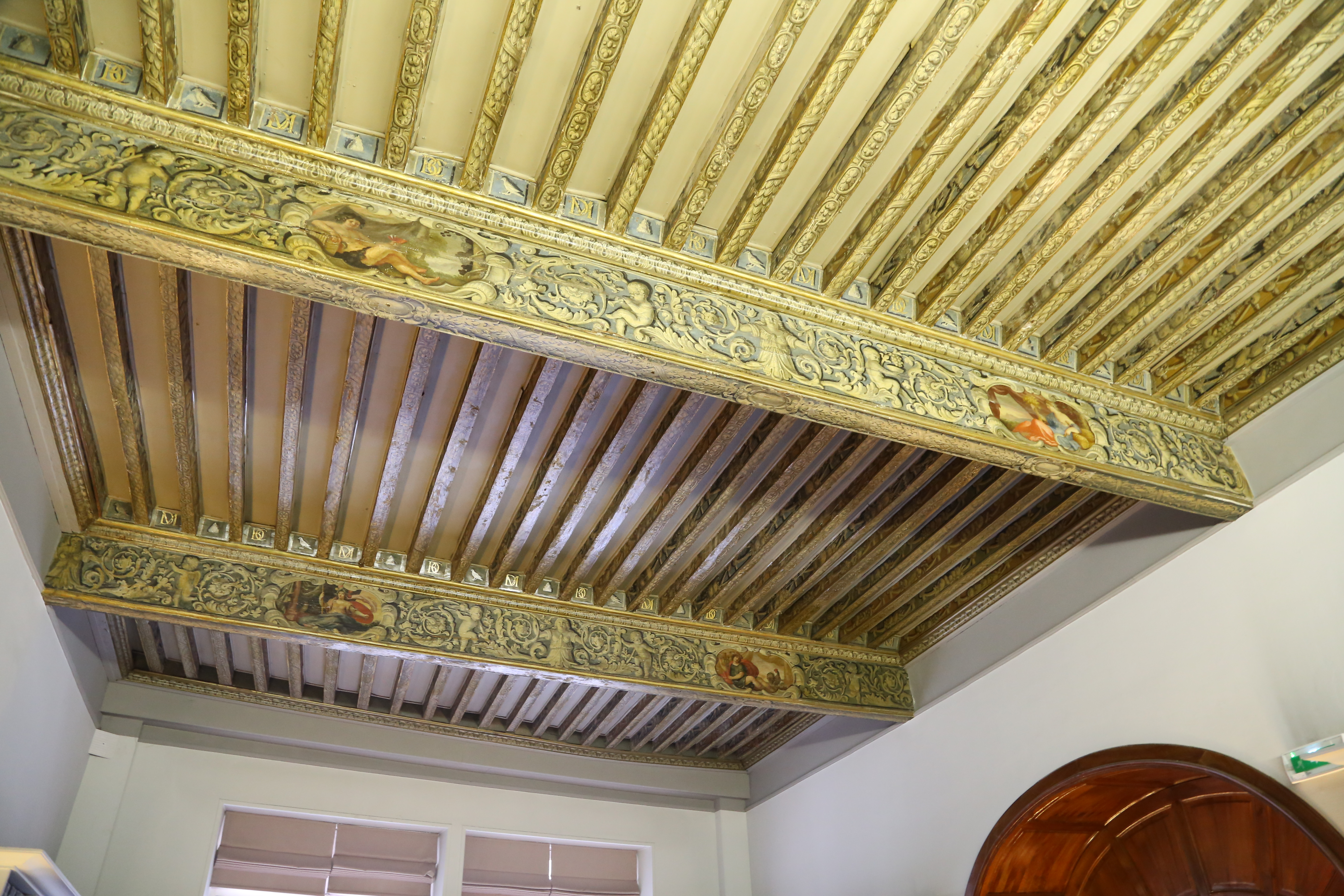
Hôtel de Ciron : plafond à la française de l'hôtel de Ciron (XVIIe siècle).
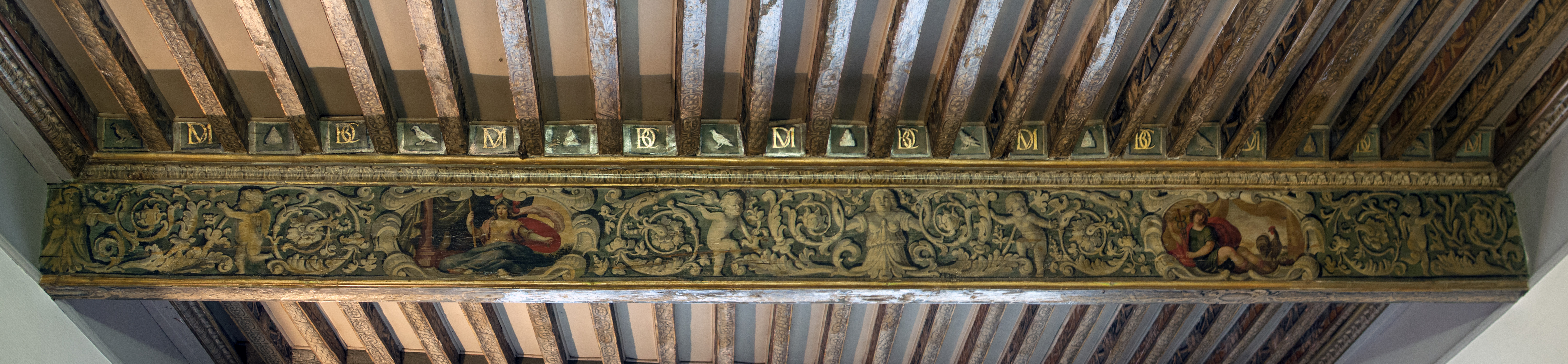
Ciron : plafond à la française.
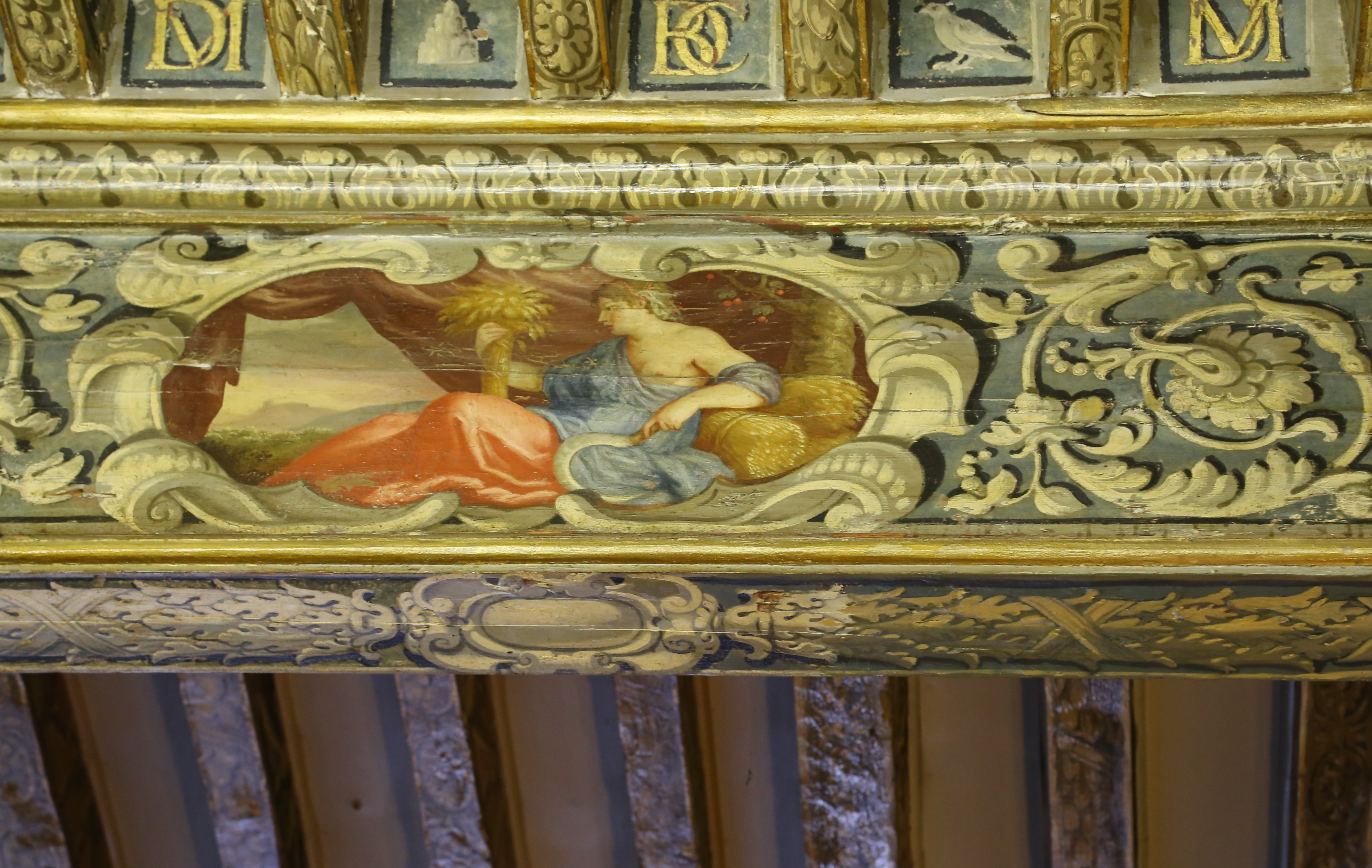
Ciron : plafond à la française.
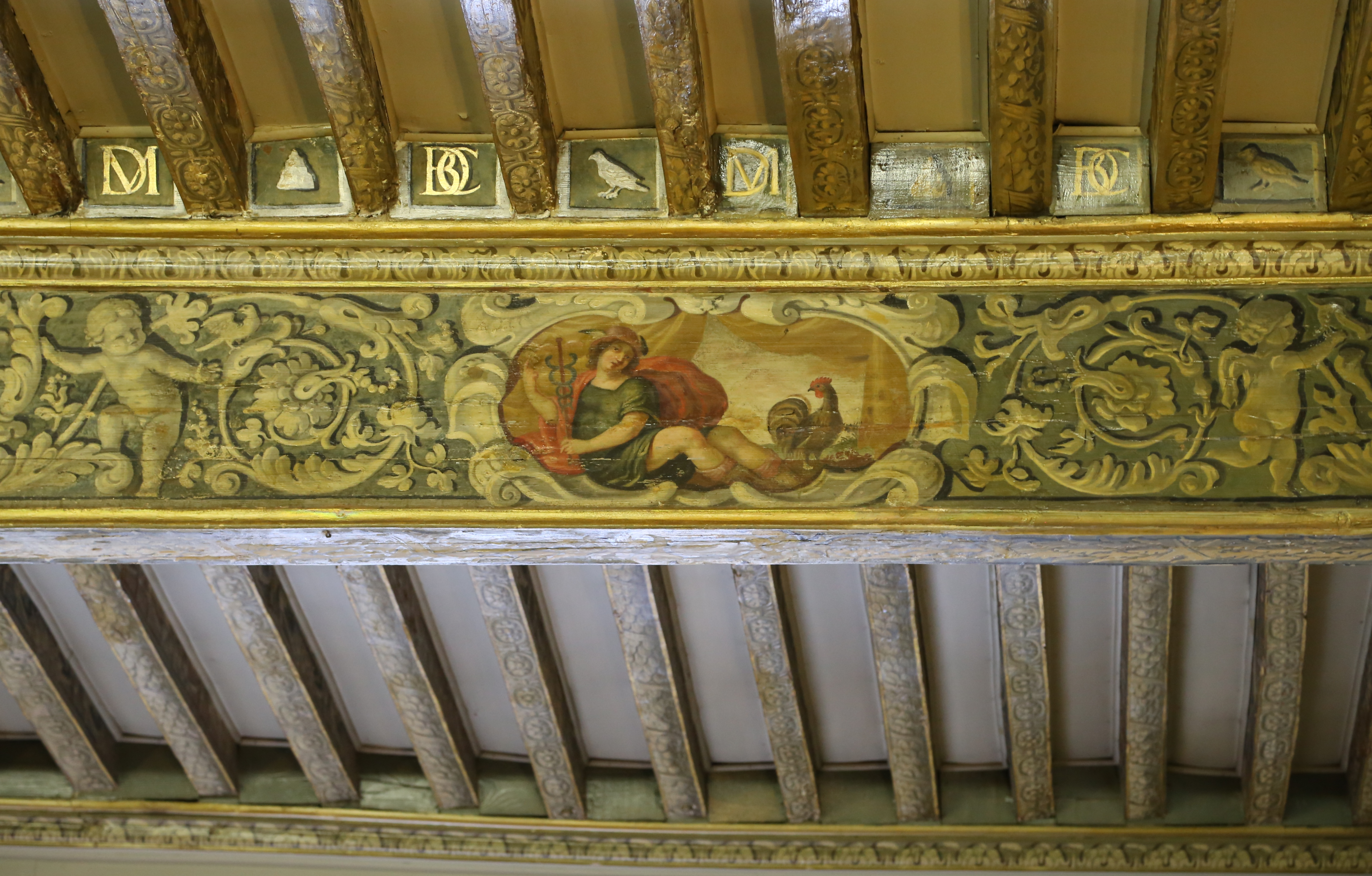
Ciron : plafond à la française.
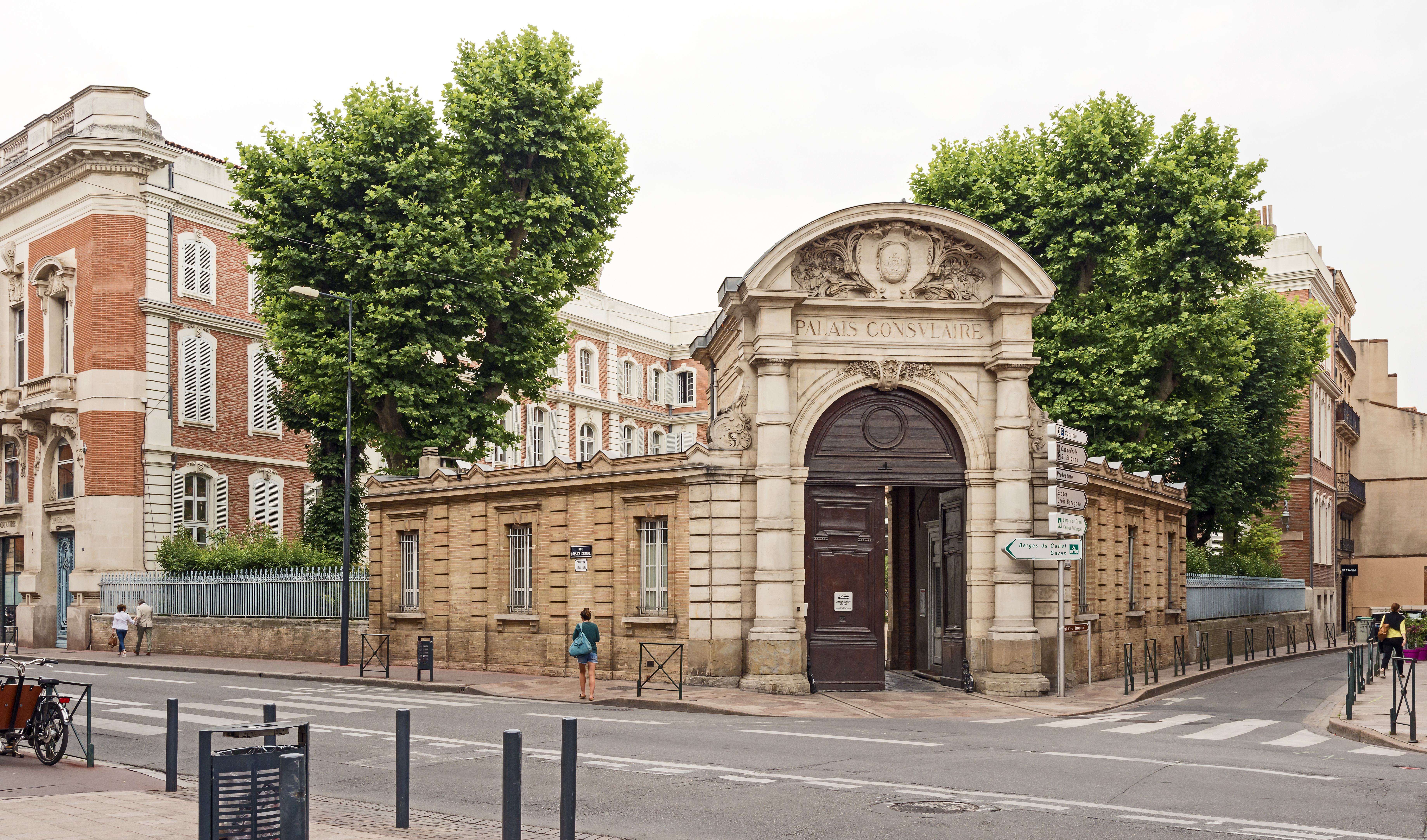
Fumel : vue depuis la Place Rouaix.
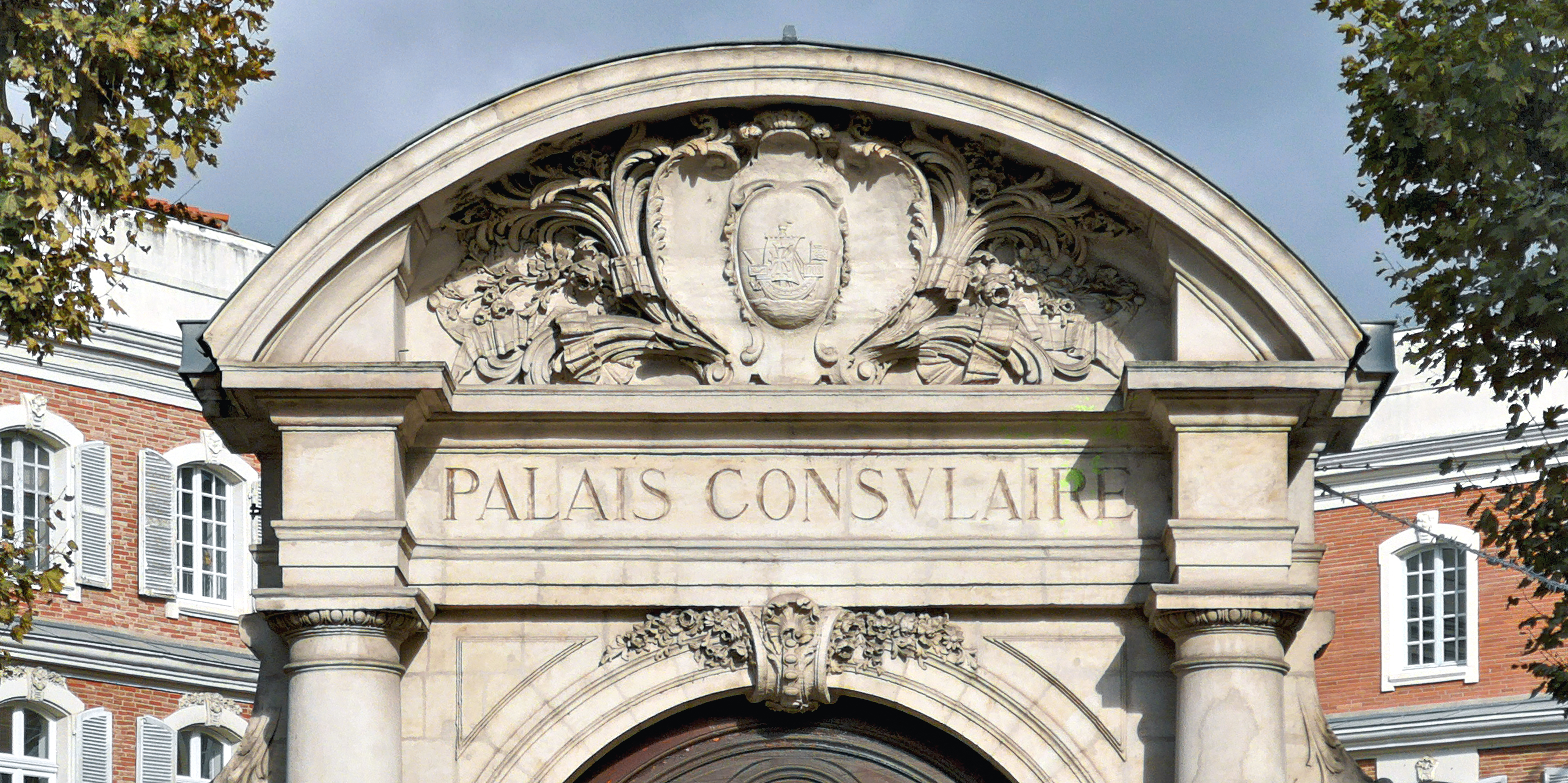
Fumel : détail du Fronton du XIXe siècle.
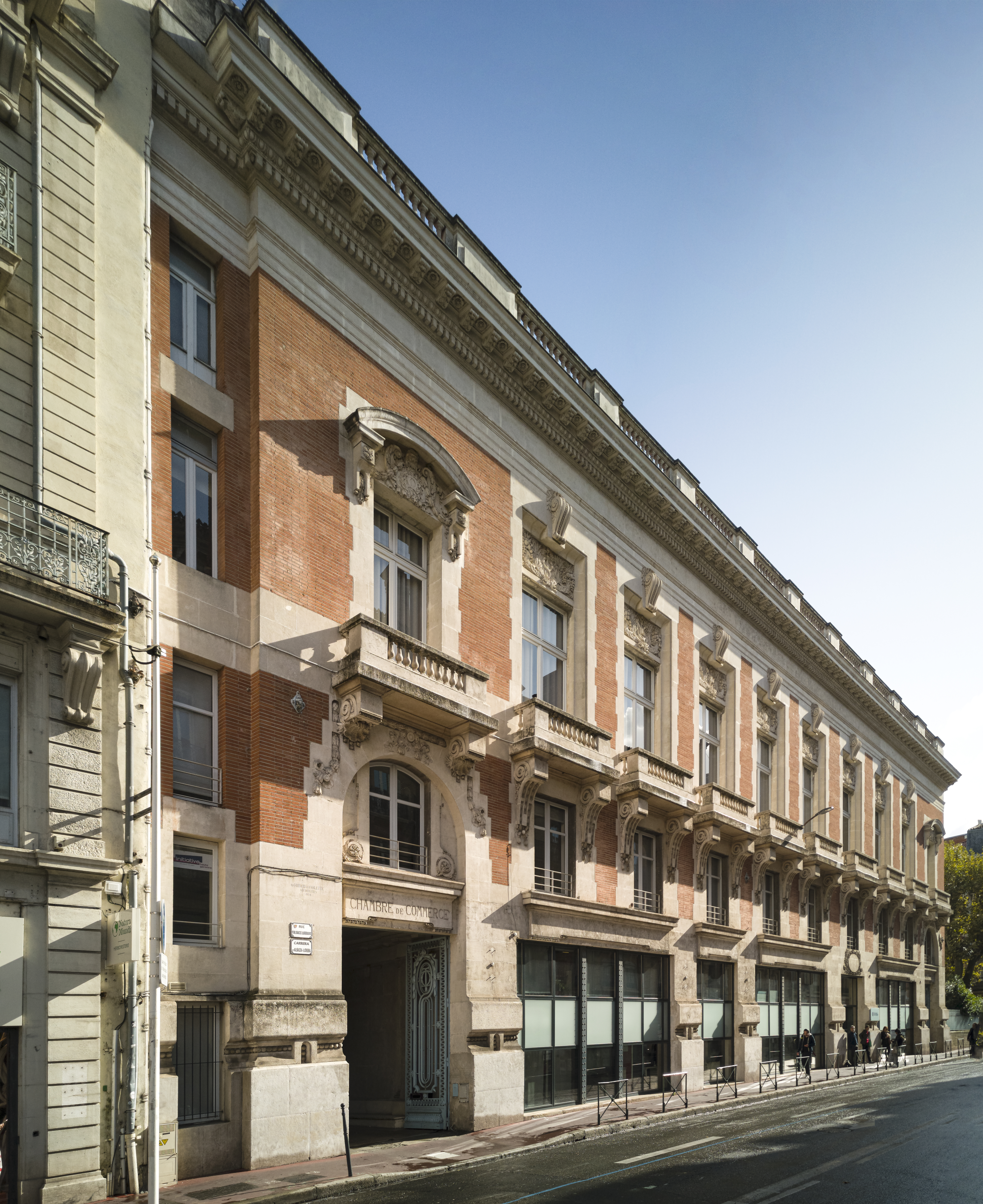
Fumel : façade du XXe siècle rue d'Alsace-Lorraine.

### L'hôtel de Bonfontan
Adresse : 41 rue Croix-Baragnon. Inscrit MH.
Au cours du XVIIIe siècle notamment, la brique foraine avait su dépasser sa forte identité vernaculaire pour s'adapter à tout un langage nouveau sans avoir à renier ni sa forme ni sa couleur, mais les goûts changent et l'hôtel de Bonfontan, daté des années 1770-1771, est symptomatique du basculement d'une époque où la brique est un matériau apprécié à Toulouse vers une époque où, à l'instar du reste du pays, elle passe pour un matériau pauvre qu'il convient désormais de cacher. En faisant édifier son hôtel à une centaine de mètres de la cathédrale, sur le parcours des processions solennelles, le marquis de Bonfontan choisit de l'inscrire dans le style de la mode architecturale la plus récente : celle du goût « à la grecque ». La parcelle ne permettant pas la présence d'une cour d'honneur, le choix est fait d'un « hôtel sur le devant », choix peut-être aussi influencé par la forte attraction qu'exerçait le spectacle de la ville et par la volonté de montrer son goût et sa richesse dans cette rue très passante. De fait les façades latérales et la cour ont un caractère très sommaire, le décor se concentrant sur la façade principale sur rue.
Deux autres caractères emblématiques marquent également l'hôtel : son ampleur volumétrique, car la façade se développe sur sept travées et trois niveaux, et ses matériaux. Le rez-de-chaussée est en pierre de taille, signe de richesse car la pierre était rare et très chère à Toulouse, en revanche les deux étages construits en brique étaient recouverts d'un enduit de chaux, imitant à la perfection la pierre et donnant à toute la façade une couleur blanc grisâtre qui détonnait dans le paysage urbain toulousain. En masquant non seulement la couleur de la brique mais également les joints, l'hôtel de Bonfontan inaugurait une esthétique exogène aux coutumes locales, renvoyant aux modèles septentrionaux en pierre de taille. L'imitation était parfaite par des refends faisant croire à l'utilisation de vastes blocs de pierre et non de briques foraines, rendant possible la restitution d'un appareil de pierre à bossages en tables continues, l'un des topiques du classicisme français. L'hôtel de Bonfontan était donc avant-gardiste, car c'est en 1783 que les capitouls légiféreront sur l'obligation de blanchir les façades.
S'inscrivant assez précocement dans le style du goût « à la grecque » qui gagne l'Europe, la façade principale de l'hôtel insiste sur la ligne droite, l'austérité des jeux géométriques, la linéarité et la planéité des murs. Le décor de draperies, laurier, frises de poste ainsi que la ferronnerie renvoient au vocabulaire à la grecque. Le maître serrurier Bernard Ortet, notamment auteur des balcons du Capitole entre 1751 et 1759, renouvelle son répertoire et inaugure là son dernier style.
Aujourd'hui dépouillé de son enduit blanc par une restauration de 1994, l'hôtel de Bonfontan témoigne de l'adaptation du matériau traditionnel local qu'est la brique à une mode nationale qui utilisait la pierre de taille partout ailleurs.

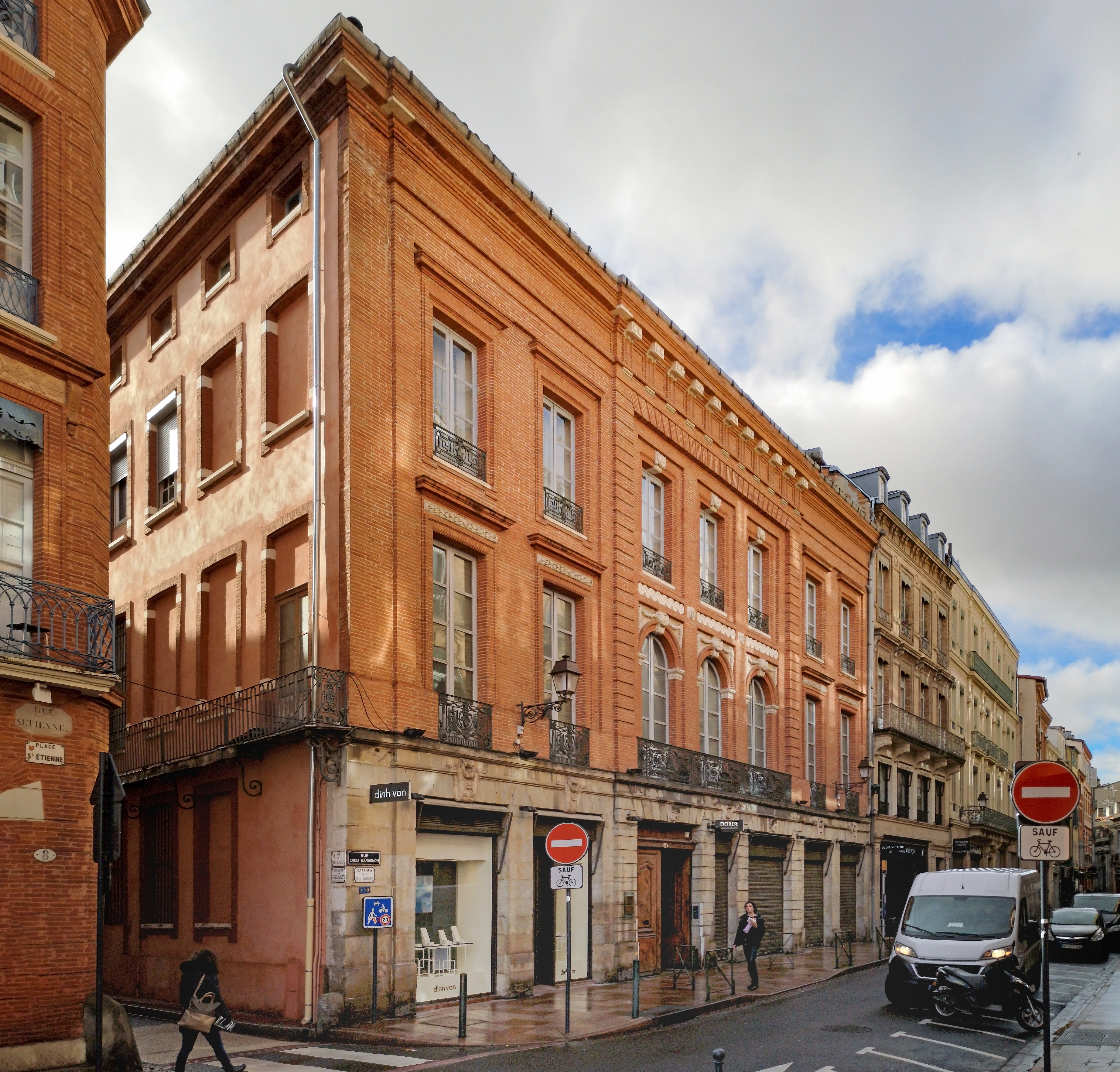
Hôtel de Bonfontan.
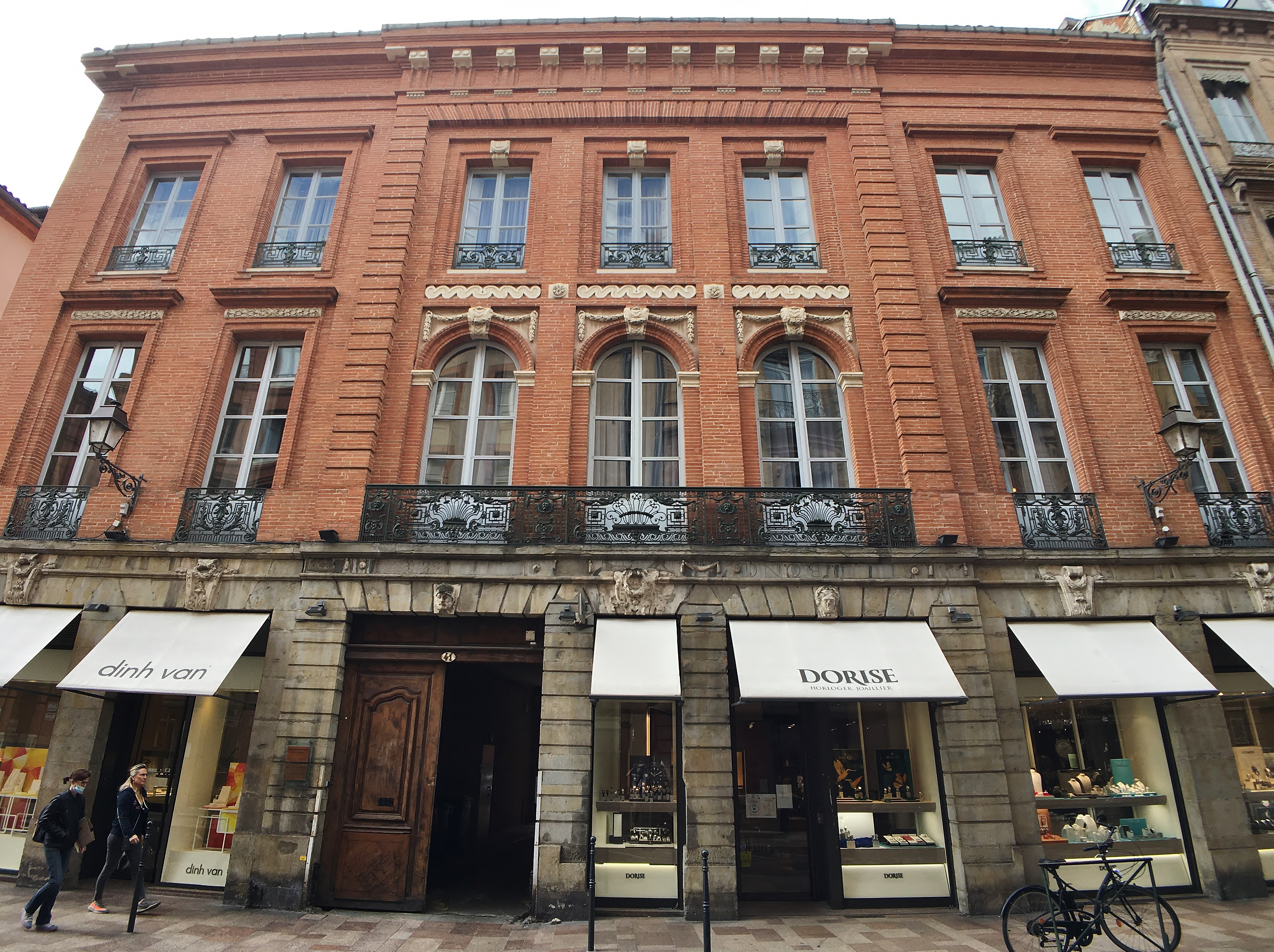
Bonfontan.
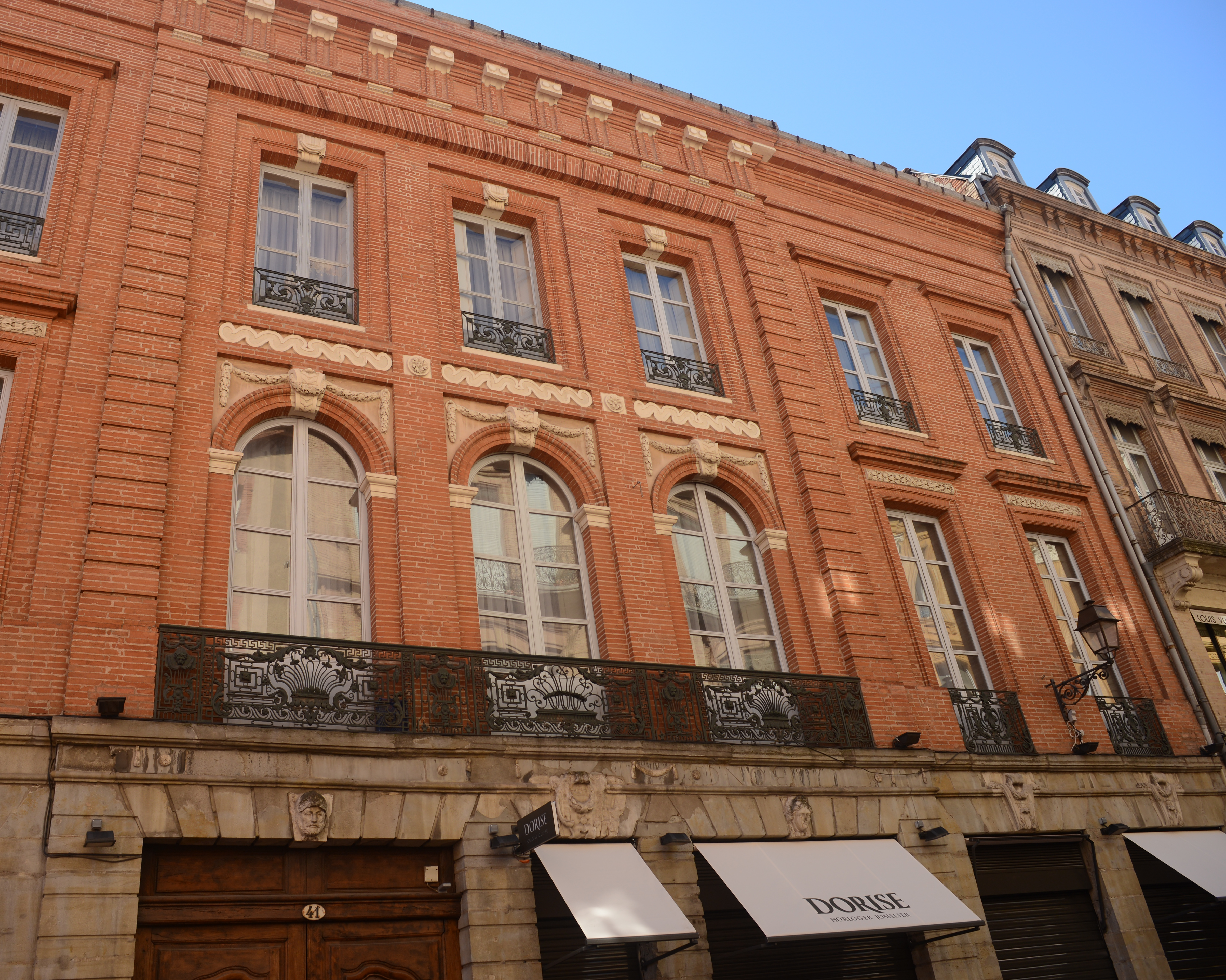
Bonfontan.
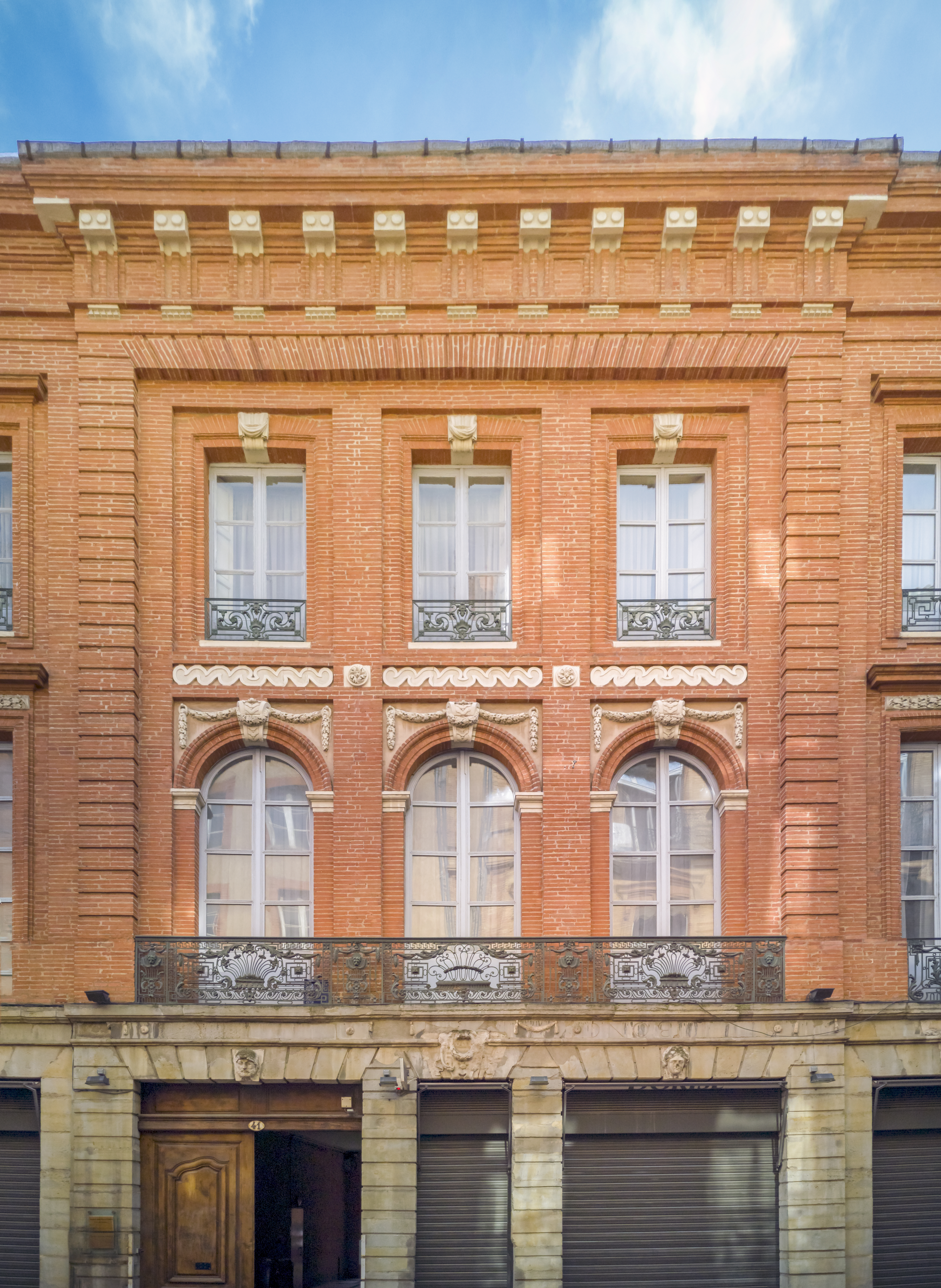
Bonfontan.
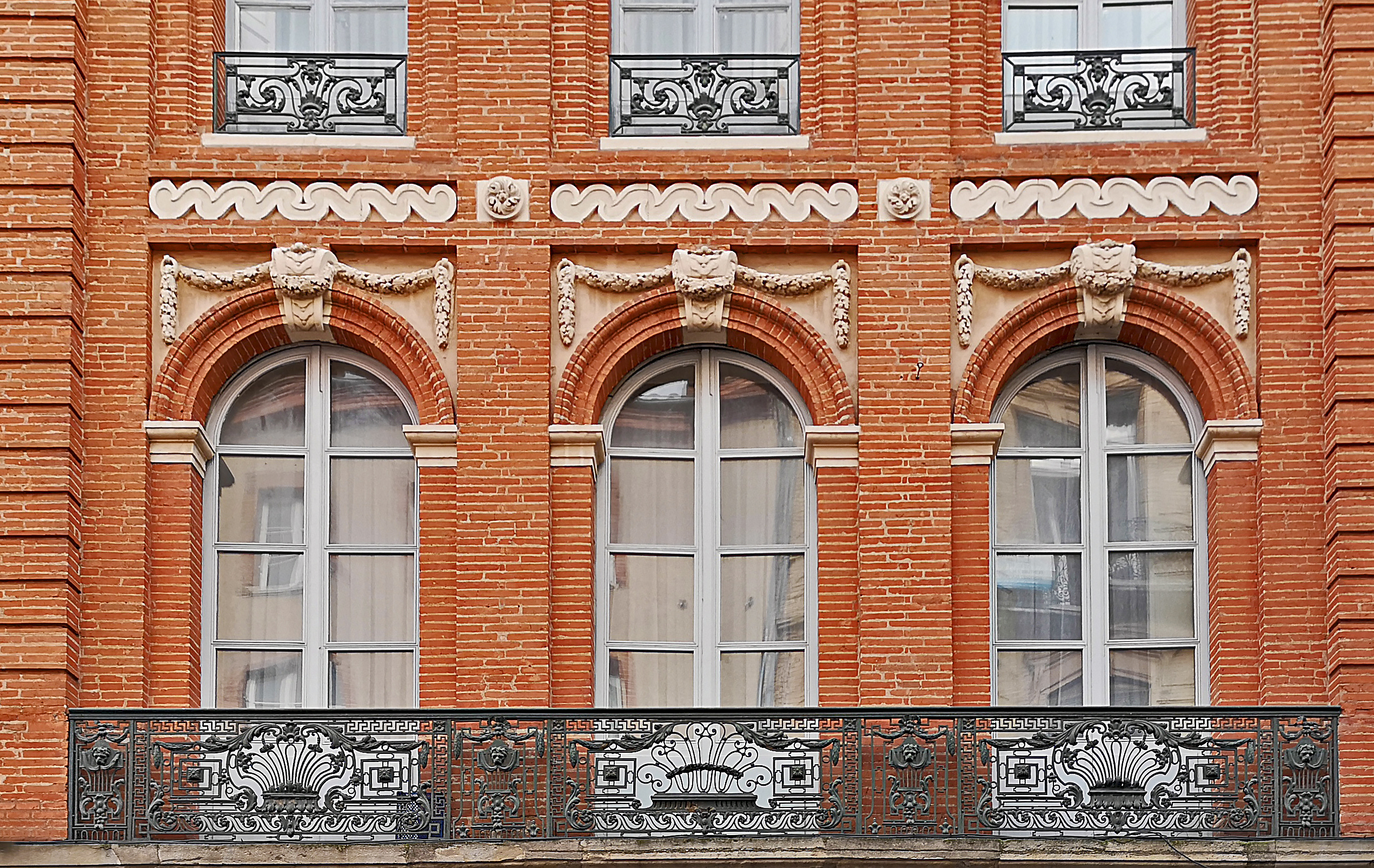
Bonfontan : fenêtres et ferronneries.
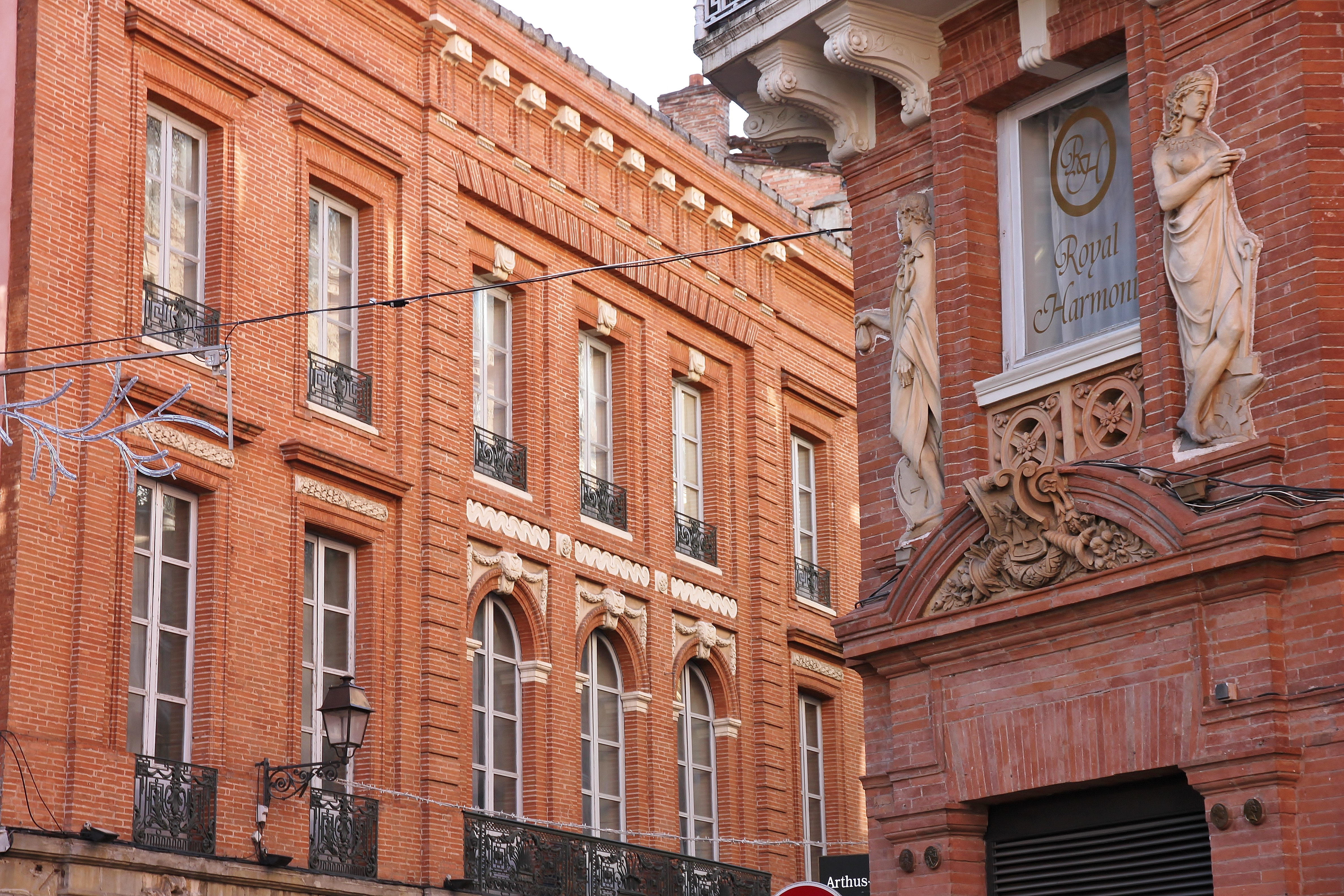
Bonfontan.
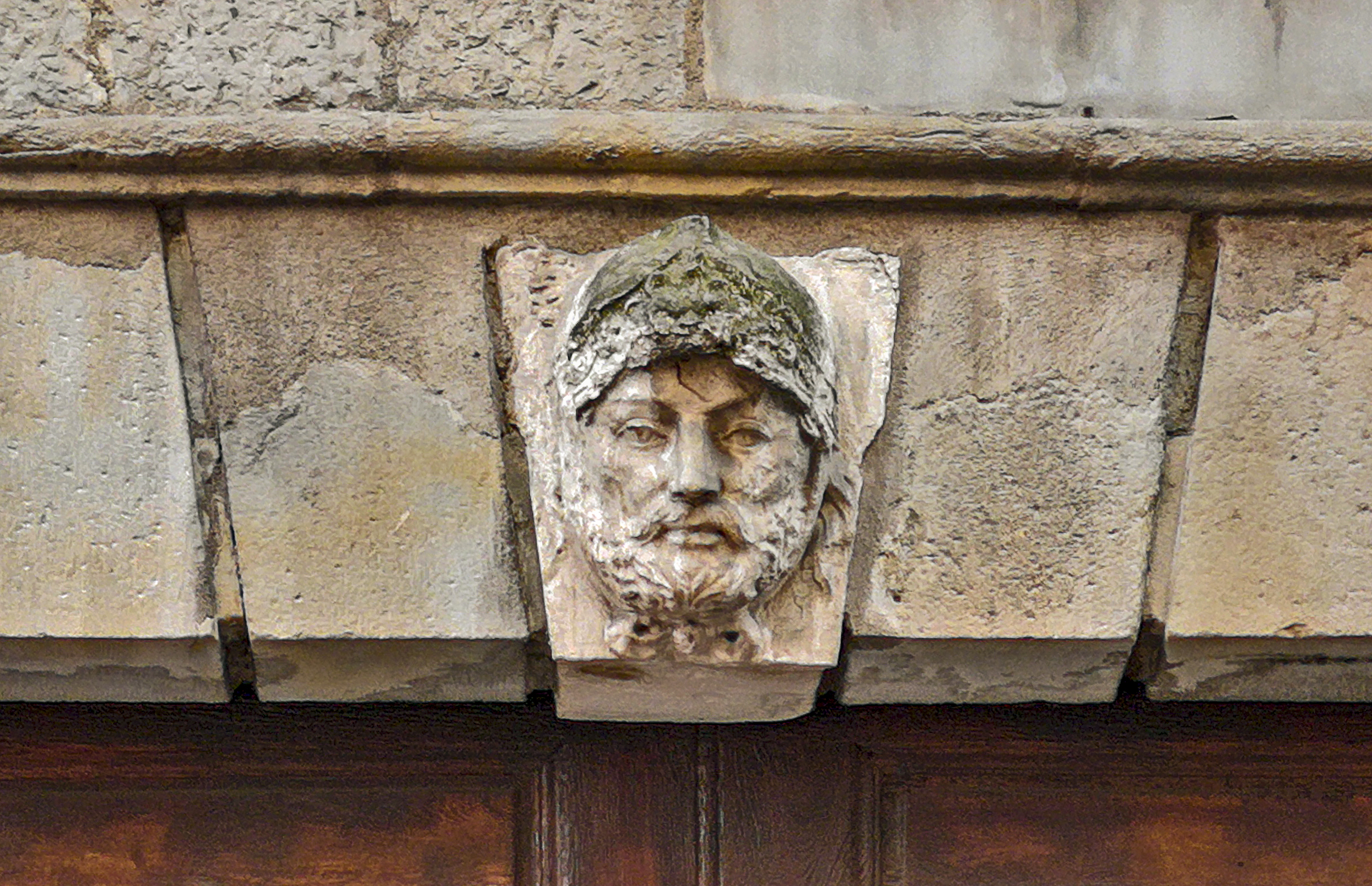
Bonfontan : mascaron.
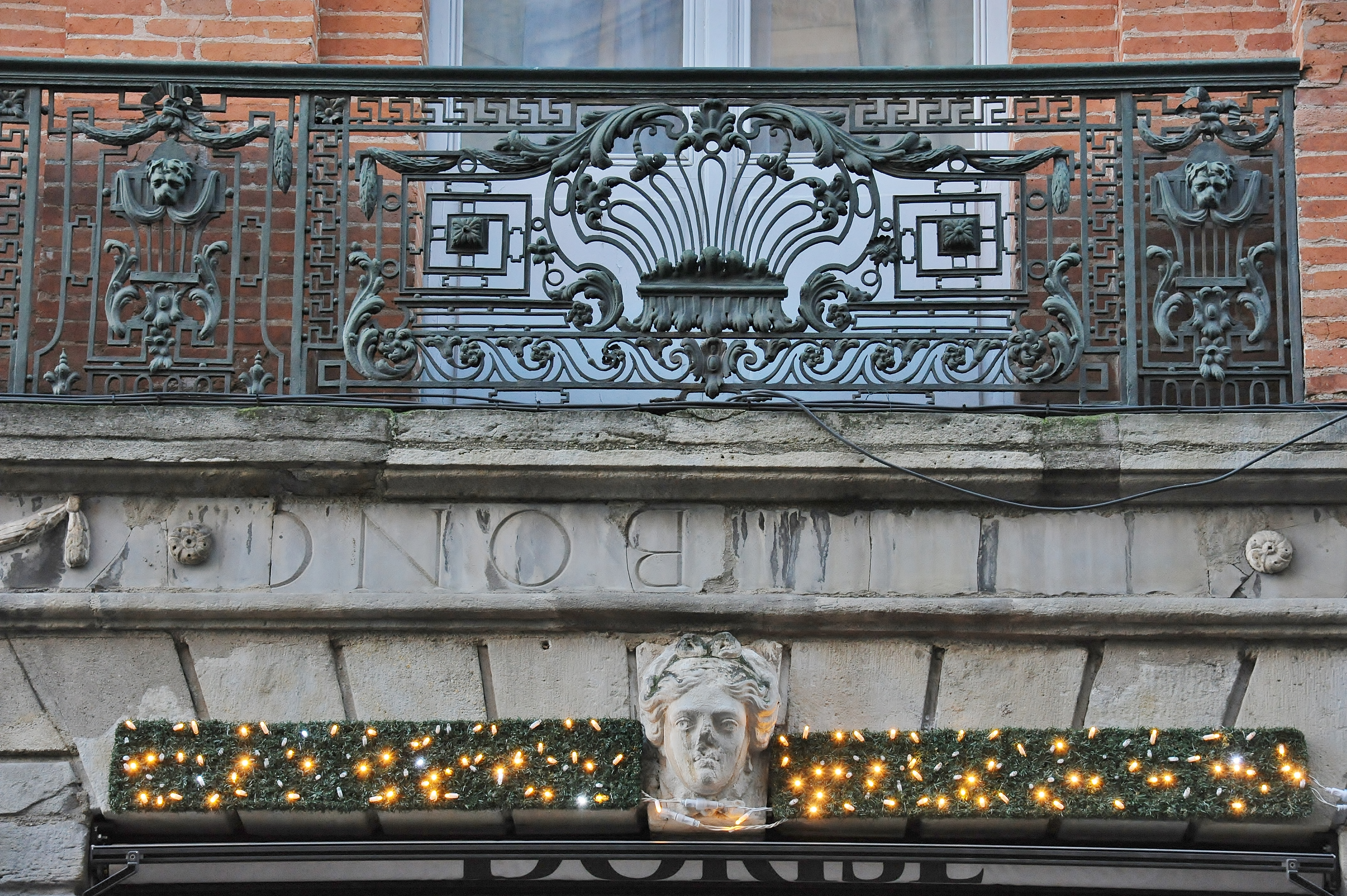
Bonfontan : ferronnerie de Bernard Ortet. Anecdote : une pierre avec le nom de l'hôtel a été posée à l'envers.
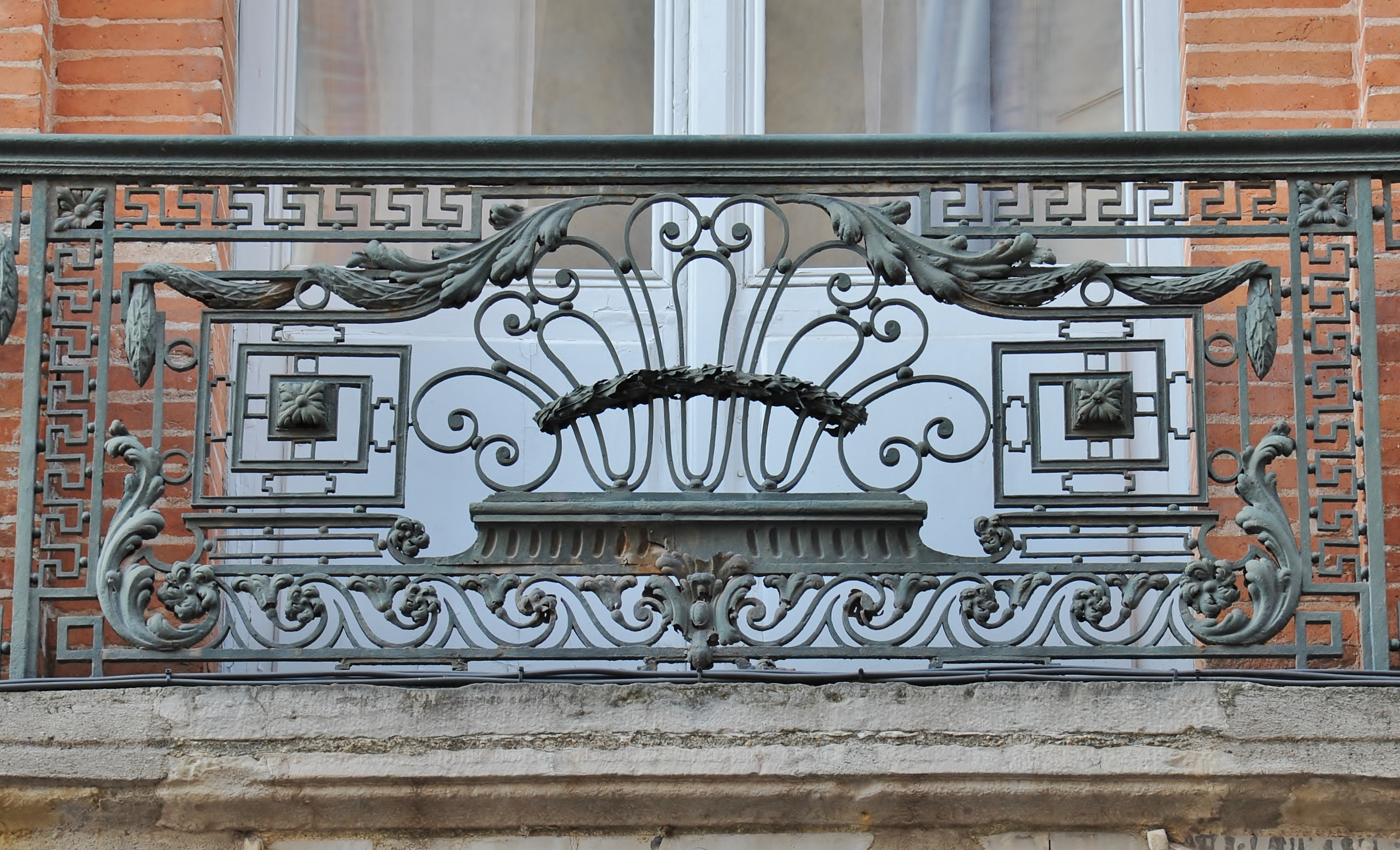
Bonfontan : détail d'une ferronnerie de Bernard Ortet.
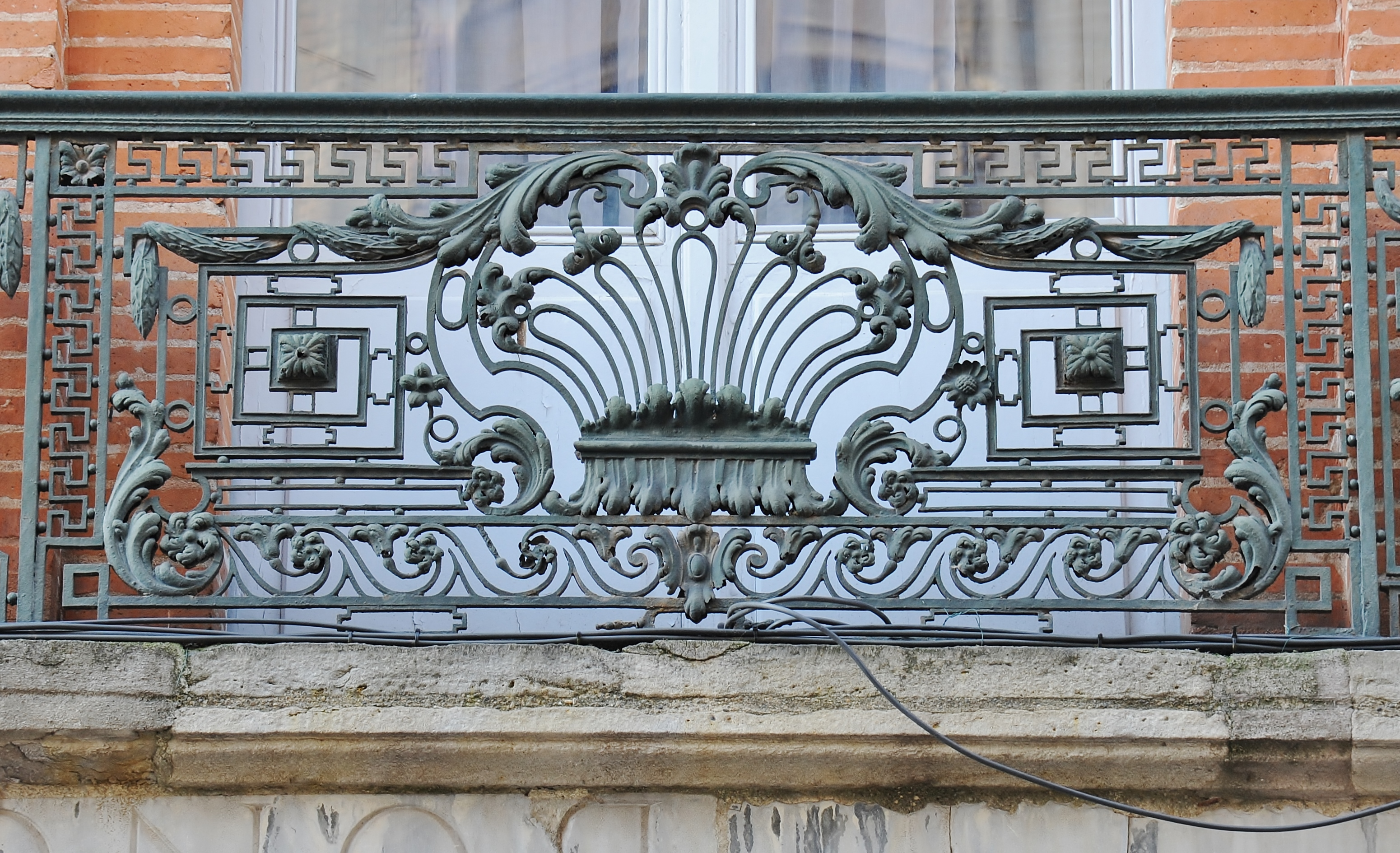
Bonfontan : détail d'une ferronnerie de Bernard Ortet.
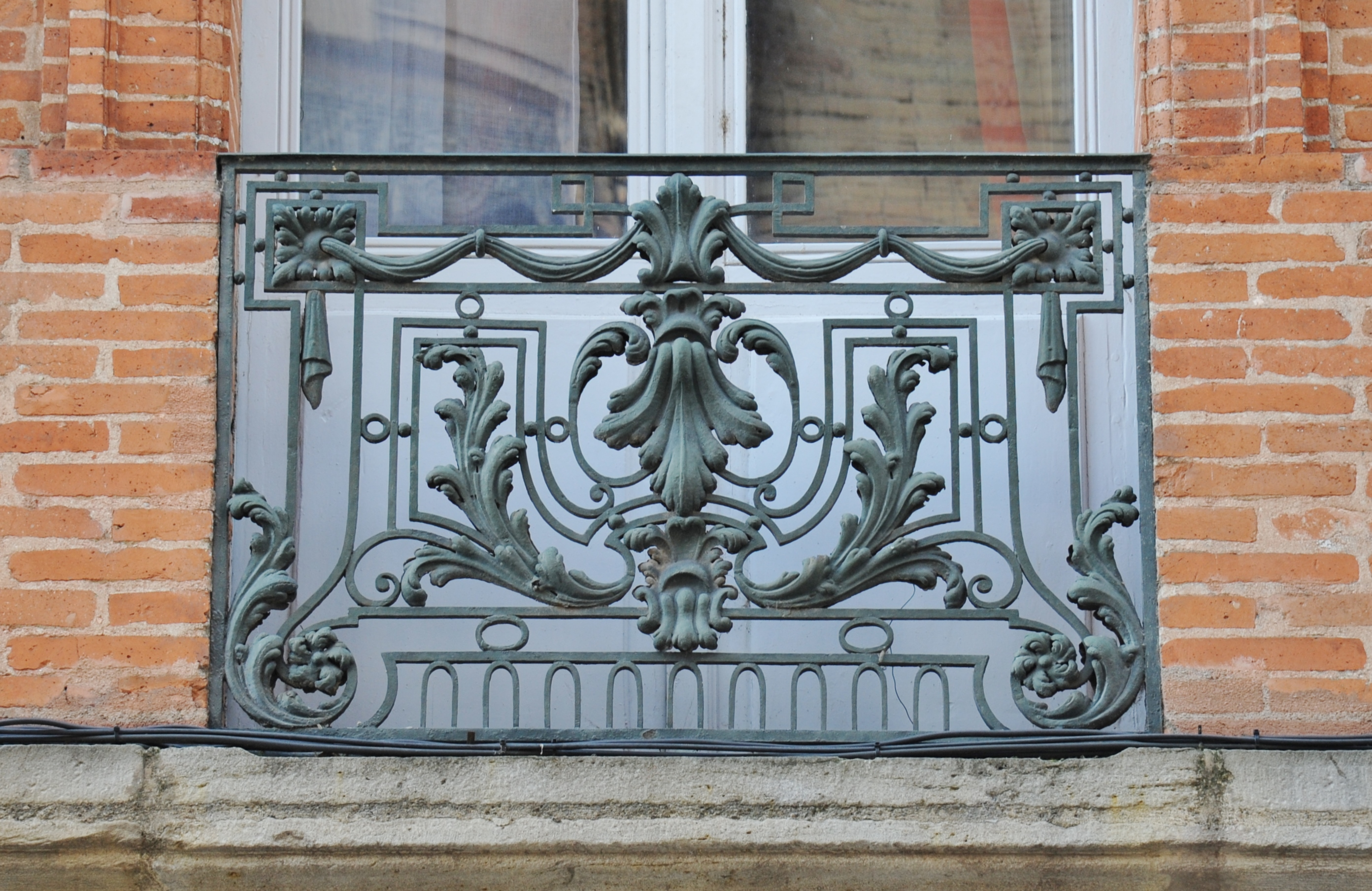
Bonfontan : détail d'une ferronnerie de Bernard Ortet.
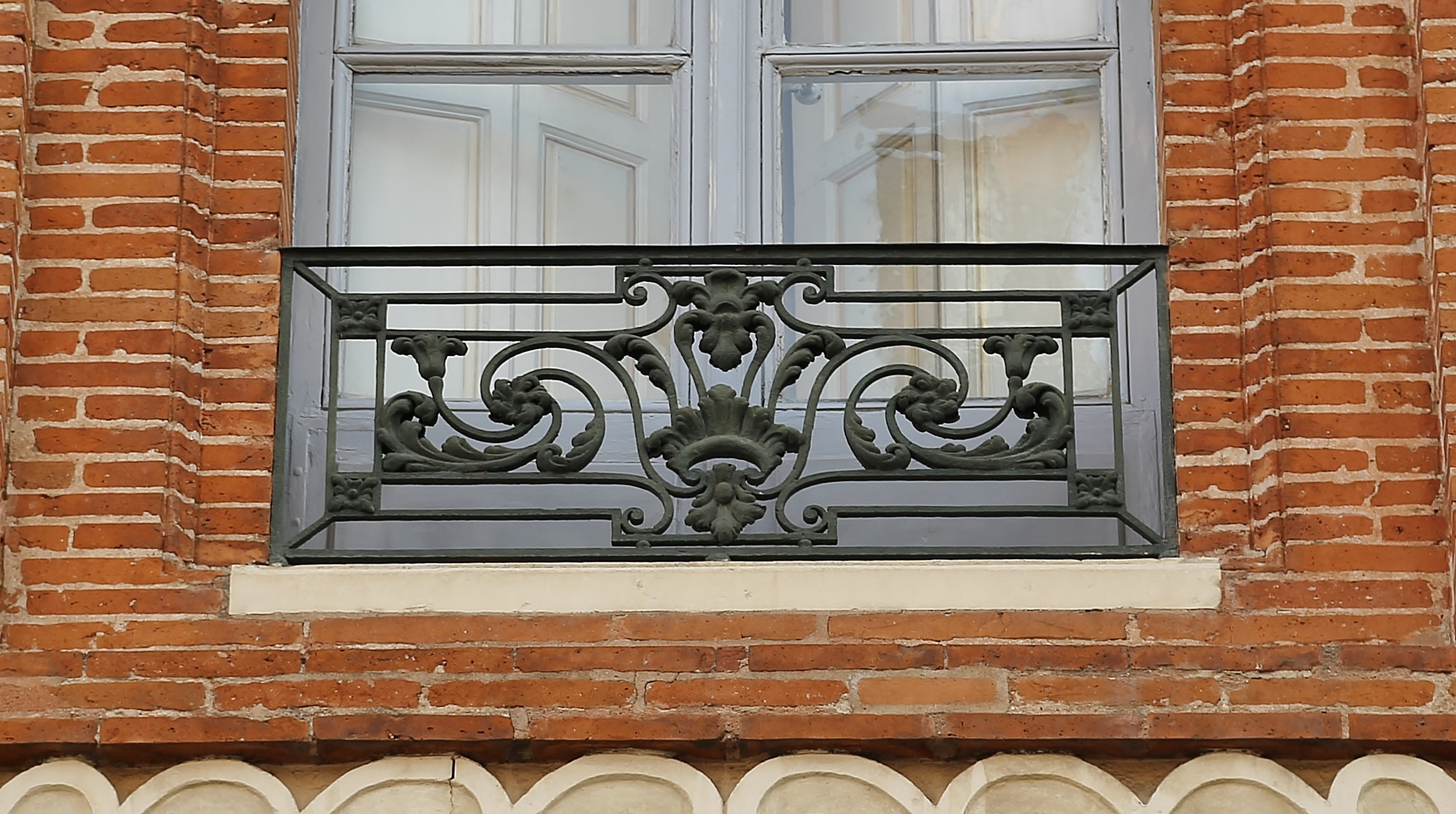
Bonfontan (étage) : détail d'une ferronnerie de Bernard Ortet.
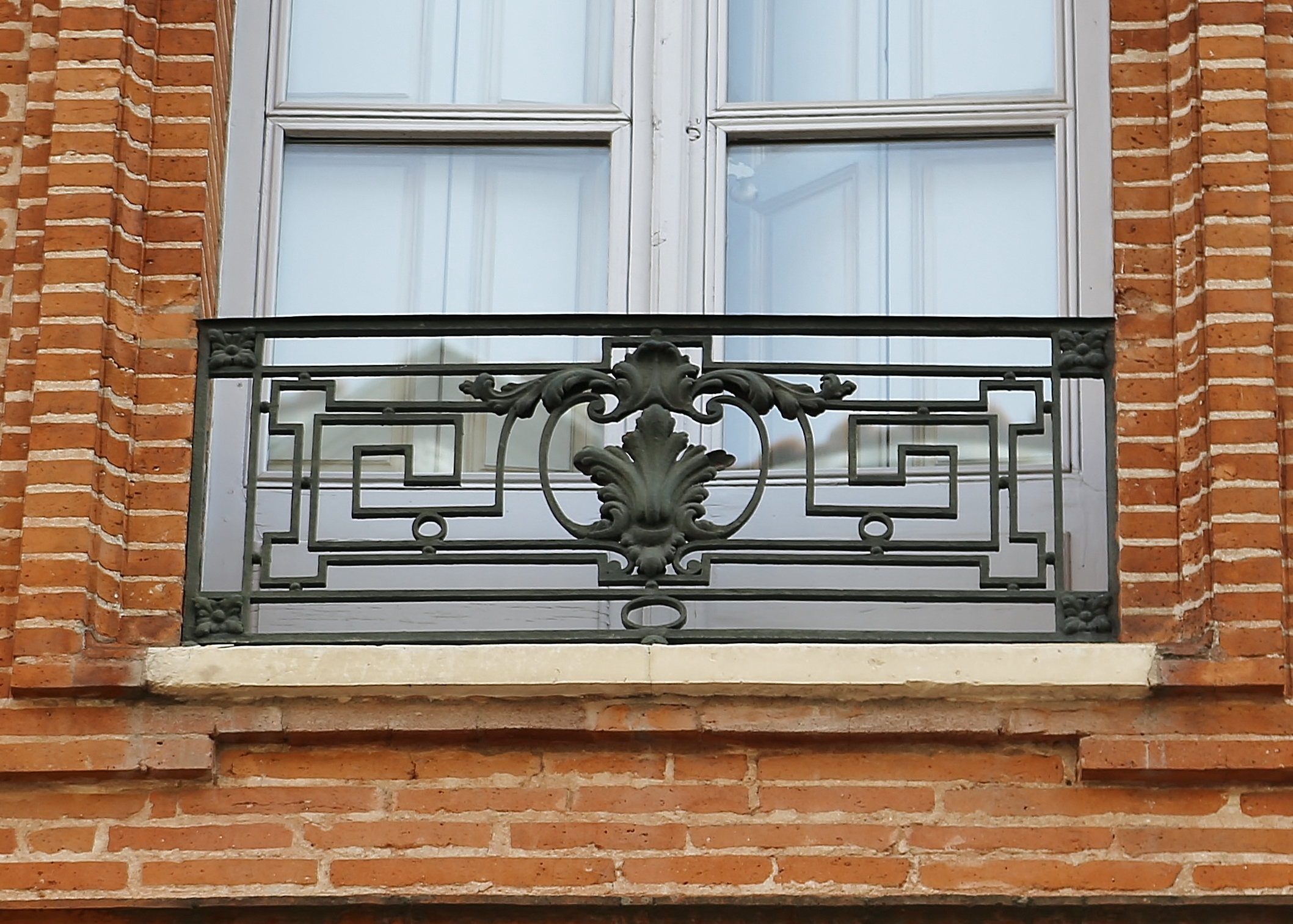
Bonfontan (étage) : détail d'une ferronnerie de Bernard Ortet.

### L'hôtel de Castelpers
Adresse : 24 rue Perchepinte. Non protégé MH.
Construit après 1775, cet hôtel entre cour et jardin se signale par son portail monumental contenant de part et d'autre du passage couvert un petit logement. La façade principale en fond de cour, dont les trois travées centrales sont mises en valeur par un léger ressaut, est assez modeste et ne laisse pas soupçonner la grande taille de la parcelle.
Le portail et la façade ont conservé le badigeon à la céruse qui les blanchit, cette couleur blanche était sans doute voulue dès l'origine.

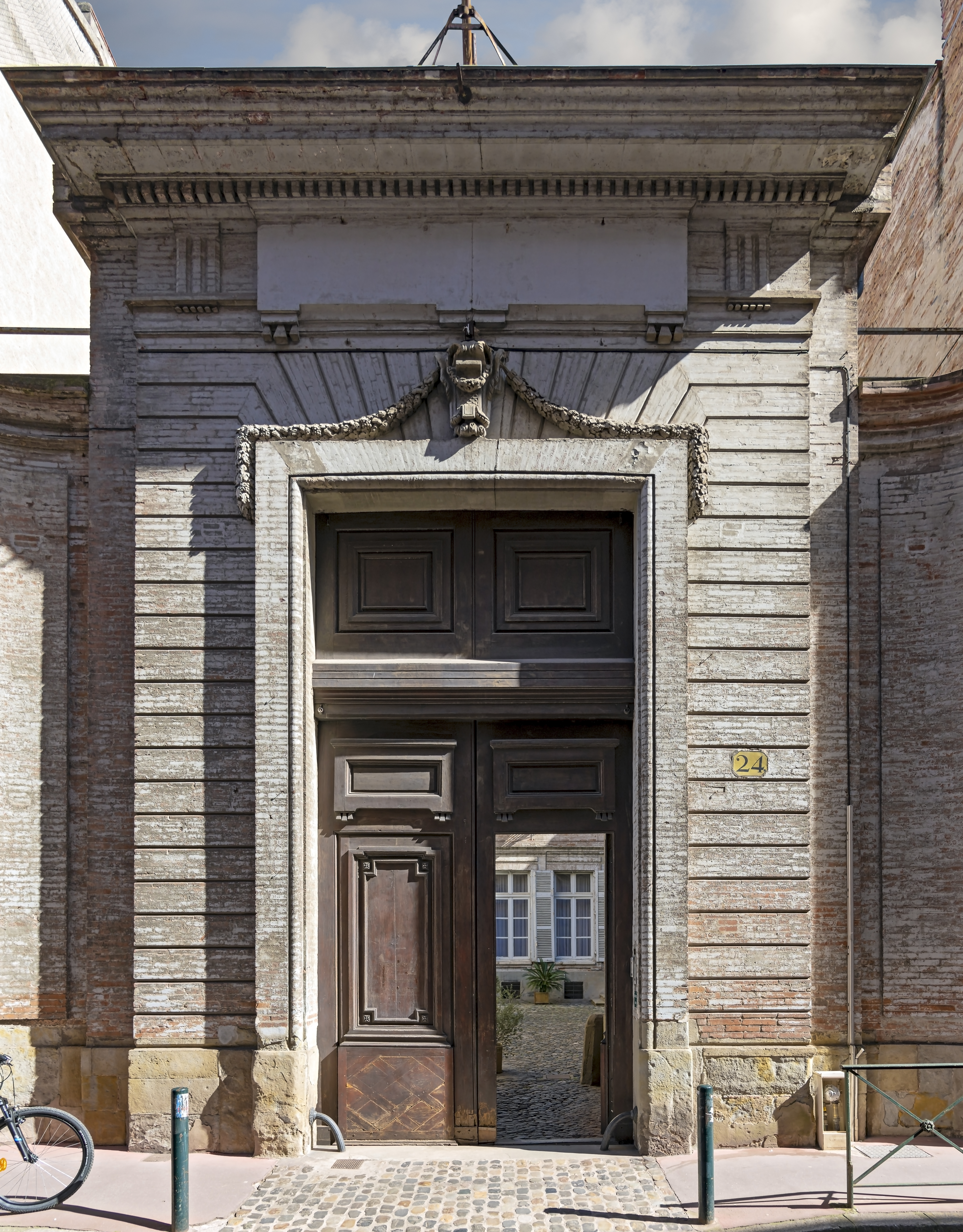
Hôtel de Castelpers : portail.
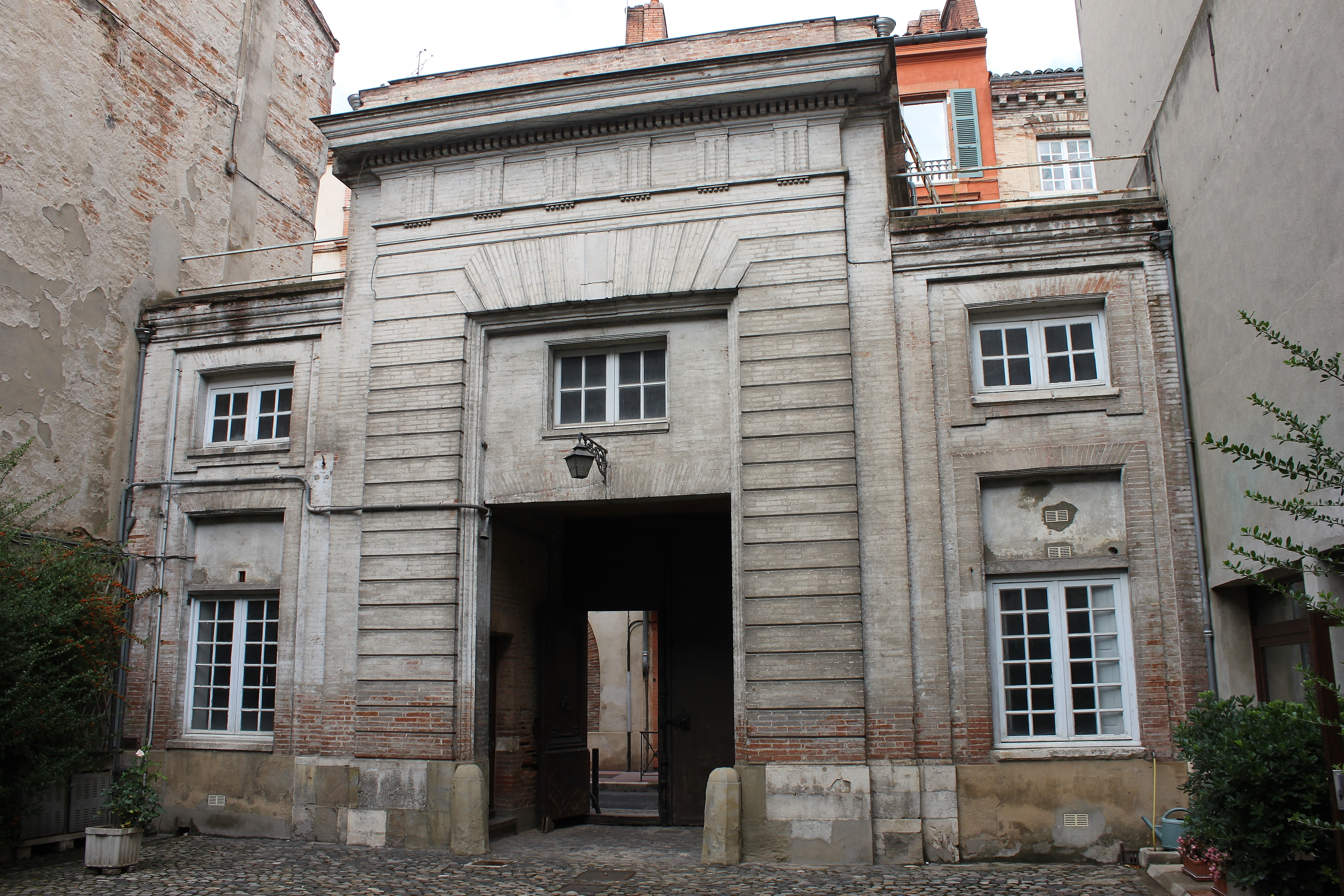
Castelpers : portail vu de la cour.
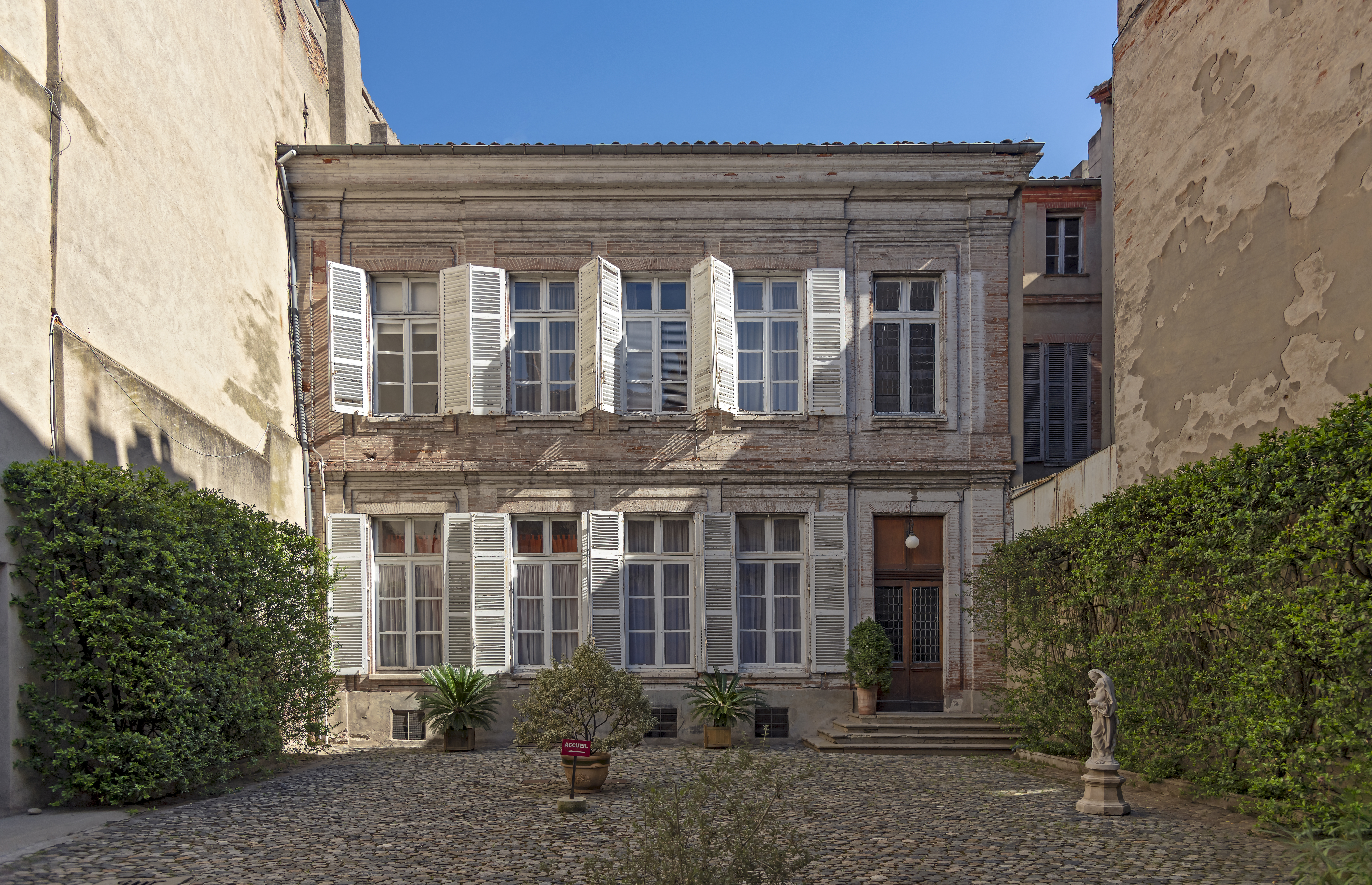
Castelpers : cour.
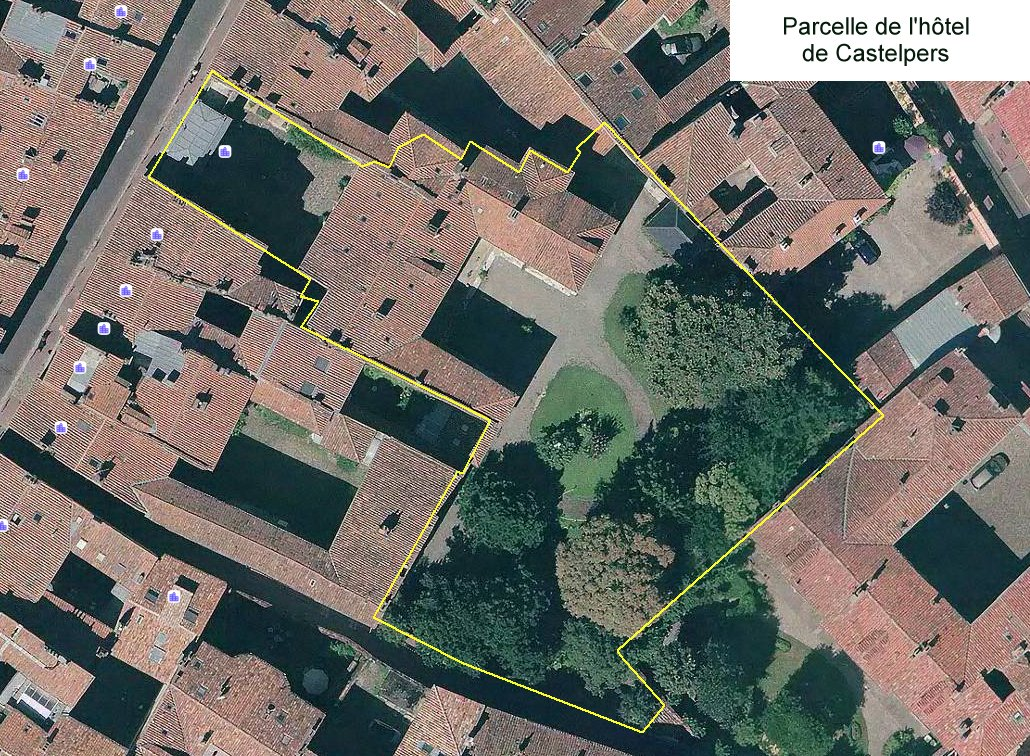
Vue de la parcelle de l'hôtel de Castelpers.

### L'hôtel Dubarry
Adresse : 3 place Saint-Sernin. Classé MH.
Jean-Baptiste Dubarry, dit « le Roué », fut l'instigateur du mariage blanc entre son ancienne maîtresse, Jeanne Bécu, et son frère Guillaume Dubarry, petit hobereau de province, afin de permettre la présentation officielle à la cour de celle ainsi devenue la comtesse Du Barry, nouvelle favorite de Louis XV. En remerciement de ce service rendu, le roi fit la fortune des deux frères Dubarry et si Guillaume se fit bâtir le château de Reynerie, Jean-Baptiste commandita vers 1778 cet hôtel implanté à proximité immédiate de l'église Saint-Sernin, dans un quartier peuplé de couvents et des collèges de l'Université, loin des rues où se trouvent habituellement les hôtels particuliers toulousains.
La façade principale sur la place Saint-Sernin, austère et seulement décorée de quelques guirlandes de feuillages et de cornes d'abondance, est loin d'avoir les qualités de celle de l'hôtel de Bonfontan édifiée près de dix ans plus tôt. Mais l'hôtel est alors célèbre à Toulouse comme dans toute l'Europe par le luxe de son décor intérieur et pour les collections connues grâce aux relations de visiteurs britanniques. Ainsi Mrs Cradock relate-t-elle en 1785 : « Jamais je ne vis une collection de si belles choses, et je crois même que ces appartements, bien plus petits, dépassent en luxe et en magnificence ceux de la reine à Versailles ». En 1787, Arthur Young renchérit : « Au premier étage se trouve l'appartement principal, composé de sept à huit pièces, tapissé et meublé avec un tel luxe qu'un amant enthousiaste, disposant des finances d'un royaume, pourrait à grand peine répéter sur une échelle un peu large ce qui se trouve ici en proportion modérée. Pour qui aime la dorure, il y en a à satiété, tellement que pour un Anglais cela paraît trop brillant... ». Les révolutionnaires puis les religieuses bénédictines qui y installent un couvent mettent à mal ce somptueux décor, mais il en reste toutefois assez aujourd'hui pour former un des plus beaux décors néo-classiques de la région toulousaine.
Ouverte sur le jardin, la cage d'escalier est remarquable pour sa rampe en fer forgé et pour ses murs peints en trompe-l’œil de perspectives d'architecture et de jardins. Dans le salon, au centre du plafond est peint Flore enlevée dans les nuages par Zéphir et les écoinçons sont décorés de femmes assises tenant de lourdes draperies. Panneaux en stuc, miroirs, cheminées, et autres plafonds peints ornent l'ensemble des pièces. Y prenaient place un cabinet de curiosité « dans le style chinois avec rideaux et meubles en toile des Indes » ainsi que des collections de peintures et de statues de grande qualité. Exemple unique parmi les hôtels toulousains du XVIIIe siècle, cette galerie d'objets d'art et de peintures s'inspirait des galeries des grands hôtels parisiens.
Quant au jardin, dont il ne reste rien, il était conçu sur la dernière mode parisienne des parcs à fabrique. Ses extravagances furent diversement appréciées : faux ours gardant l'entrée d'une grotte de rocaille, abbé mécanique ouvrant aux visiteurs la porte d'une chapelle, cabinets de verdure, ainsi que toute sorte de faux animaux et végétaux exotiques peuplaient ce jardin qui fut jugé « au-dessous de tout mépris » par Arthur Young, car on y trouvait tout « excepté la nature ».
Ainsi Jean-Baptiste Dubarry fit-il entrer à Toulouse le luxe tapageur des folies parisiennes de la fin de l'Ancien Régime, une parenthèse qui ne dura pas longtemps car il fut décapité en janvier 1794.

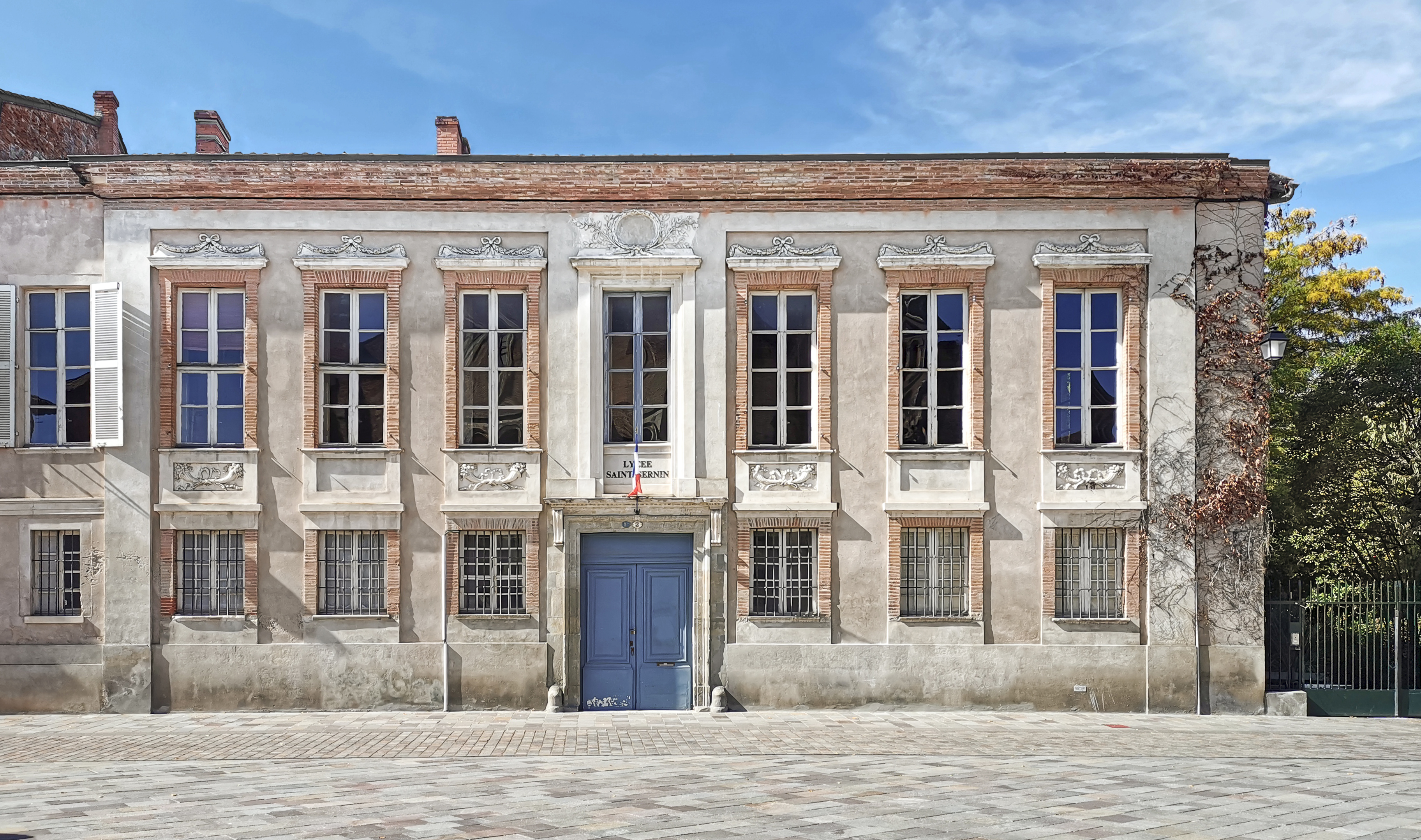
Hôtel Dubarry.
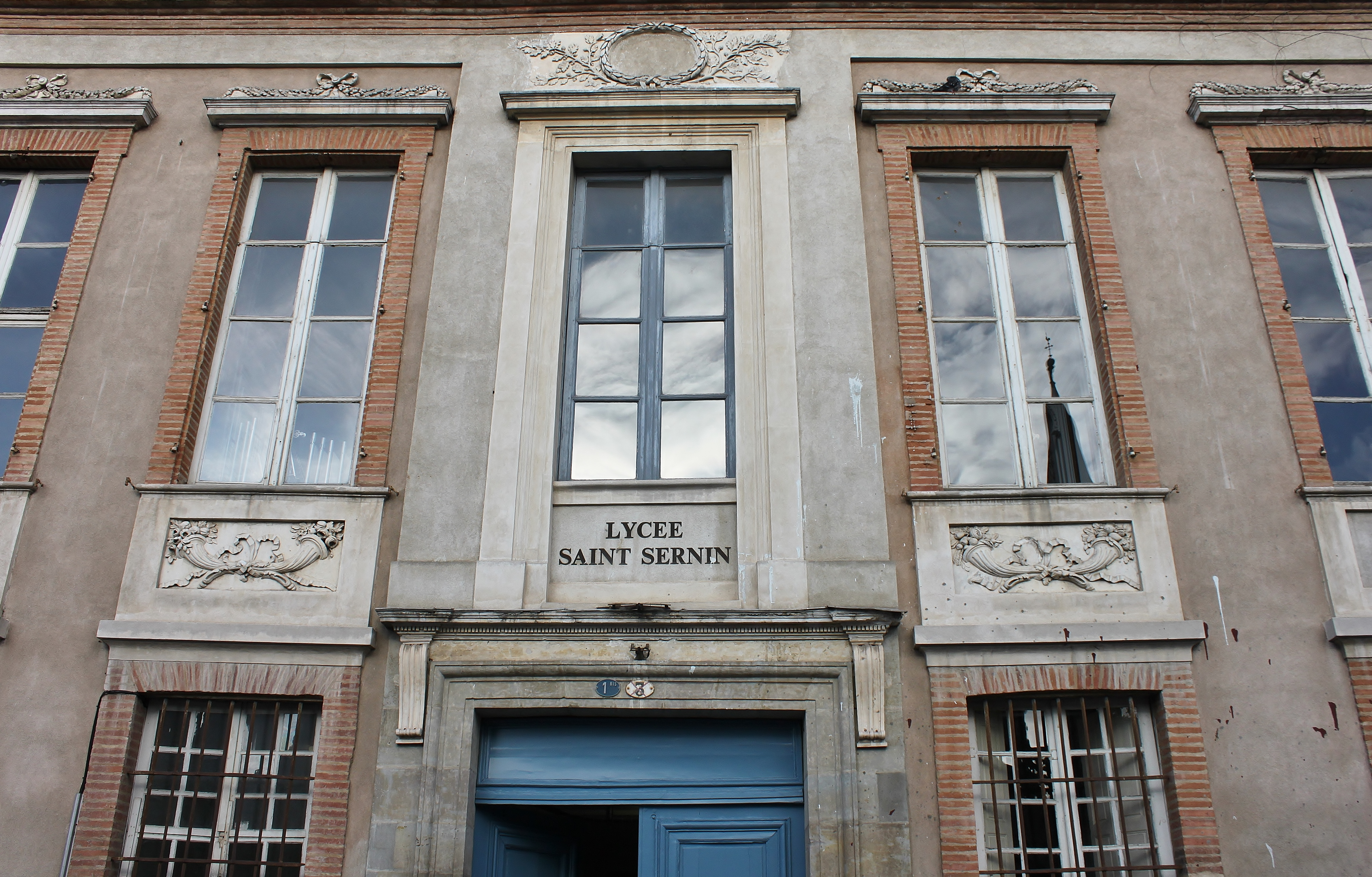
Dubarry : détail de la façade.
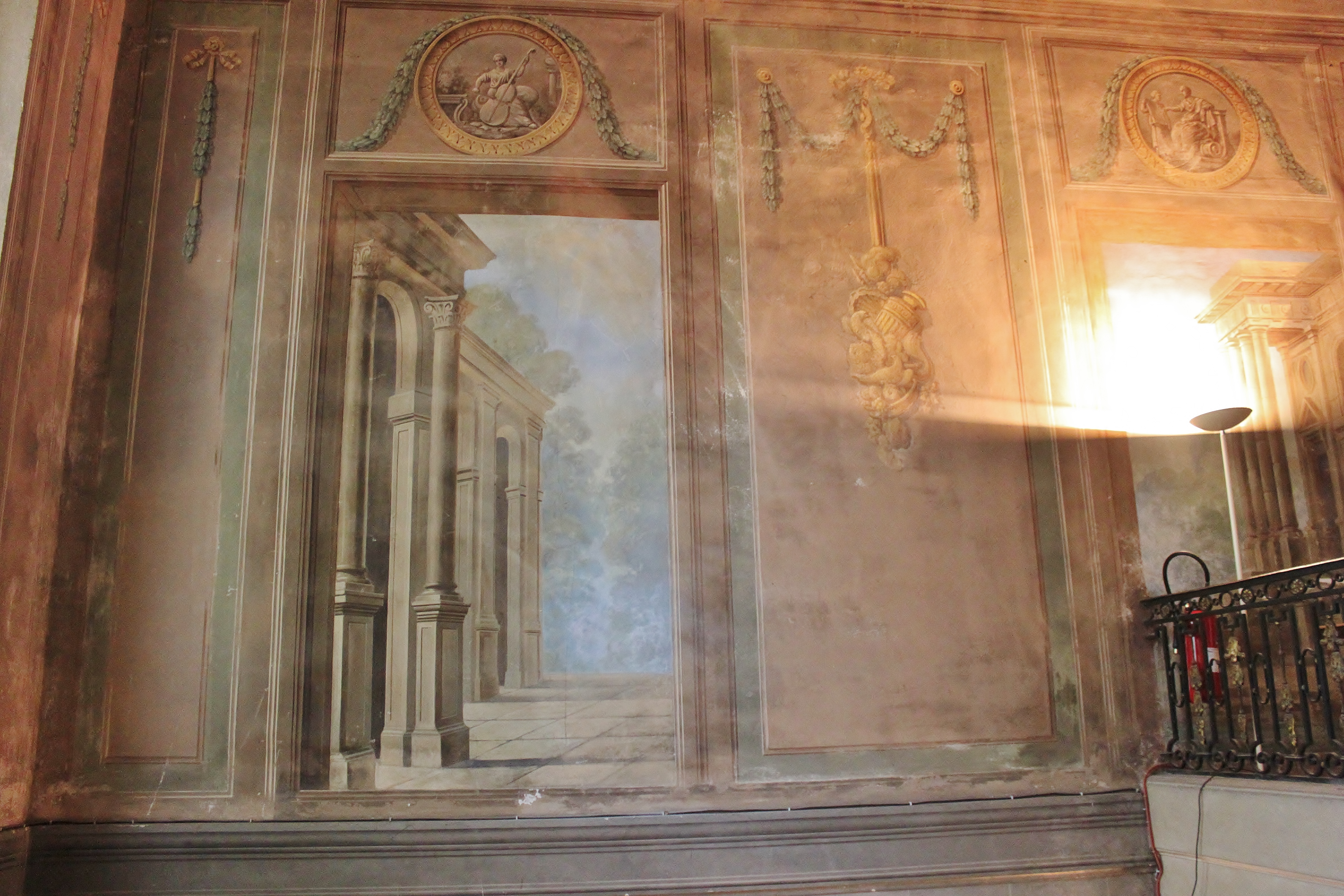
Dubarry : décor de la cage d'escalier.
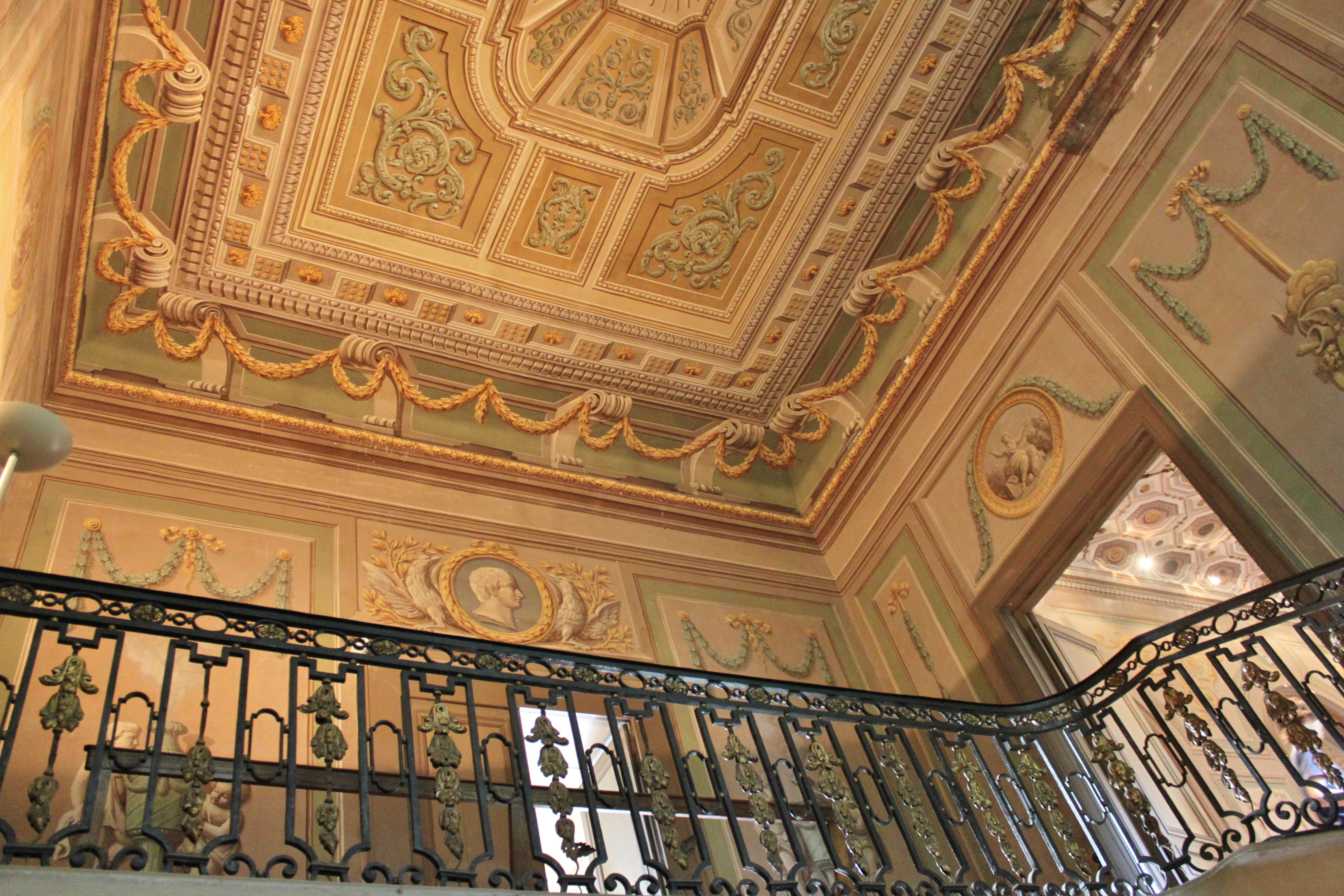
Dubarry : décor de la cage d'escalier.
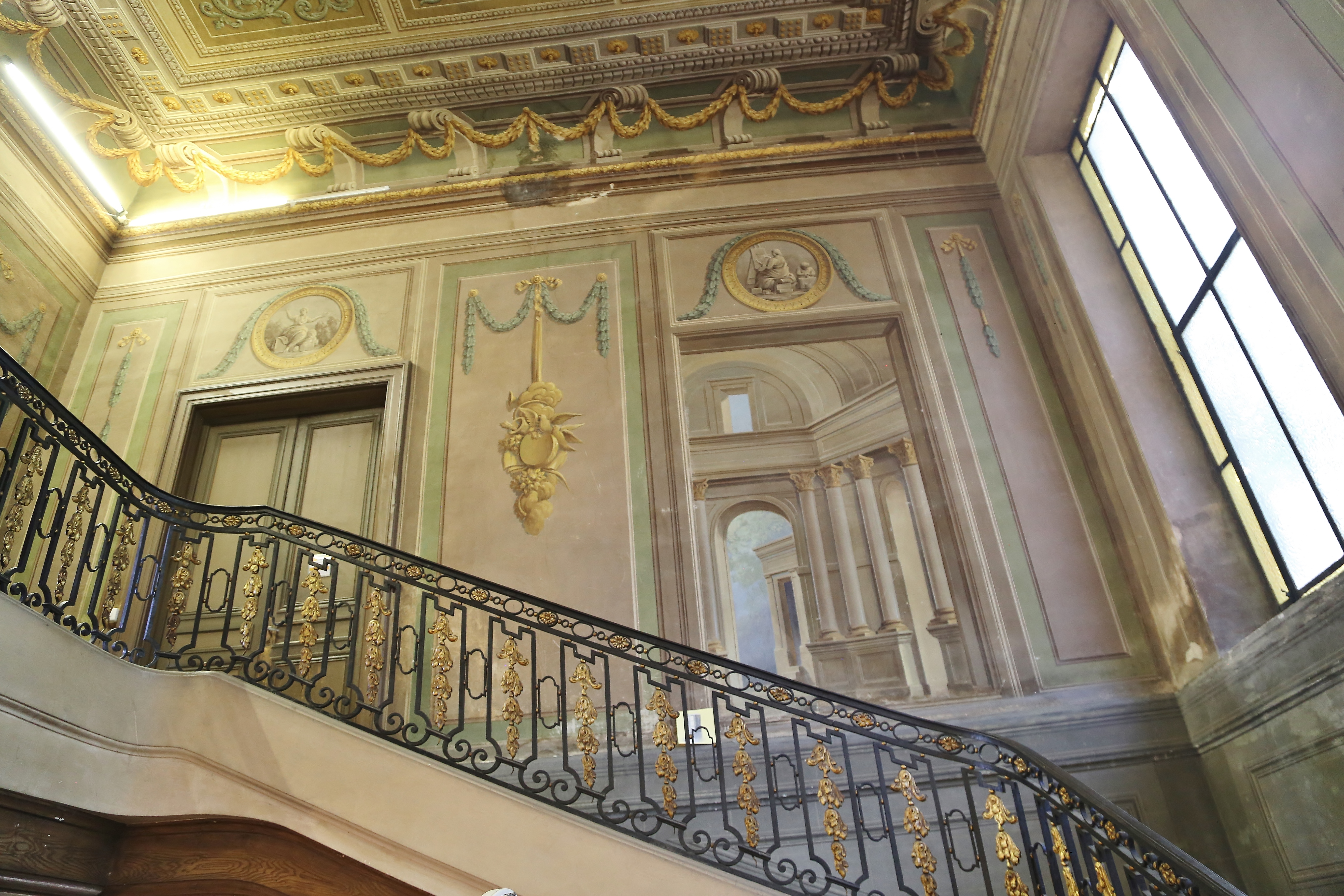
Dubarry : décor de la cage d'escalier.
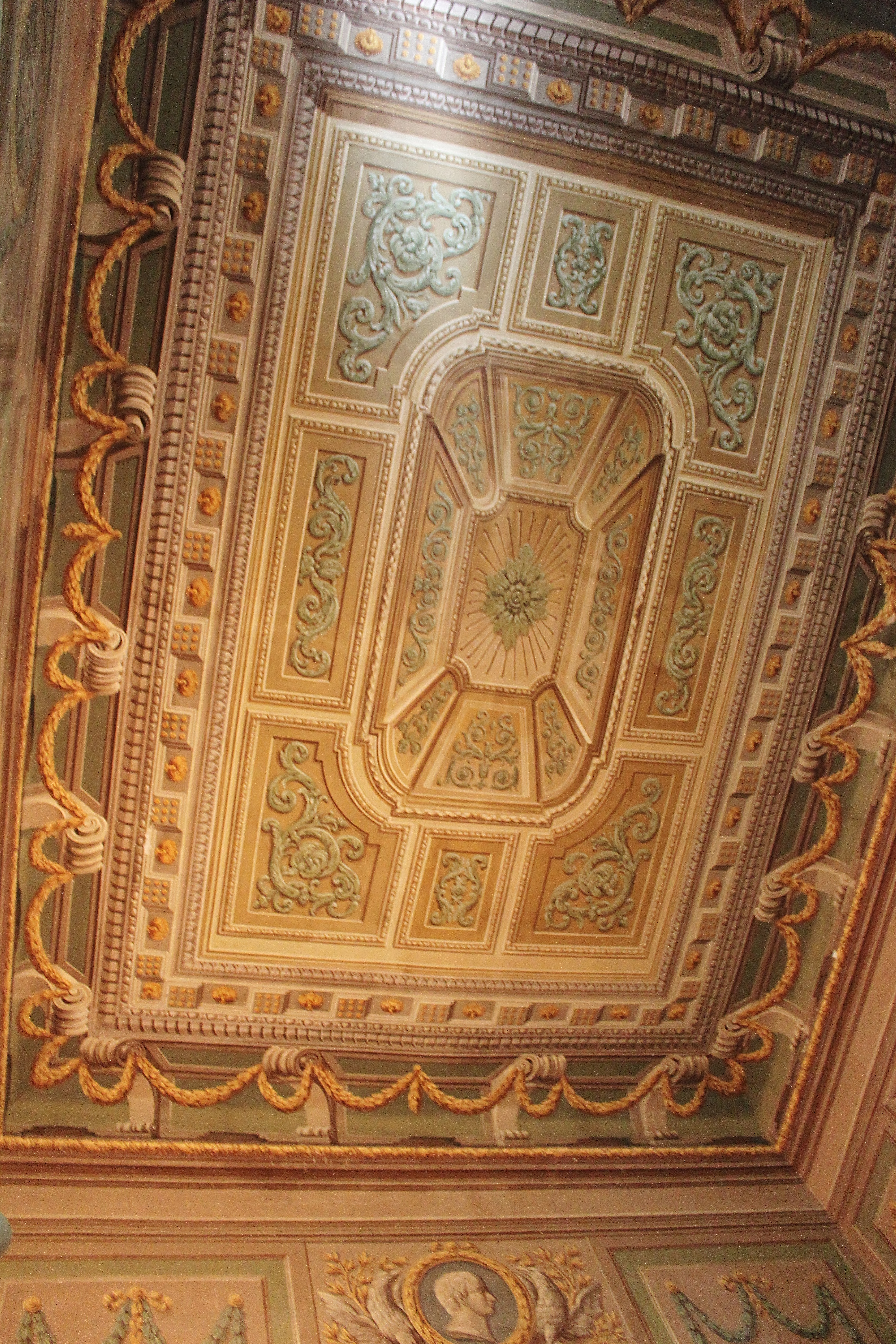
Dubarry : plafond de la cage d'escalier.
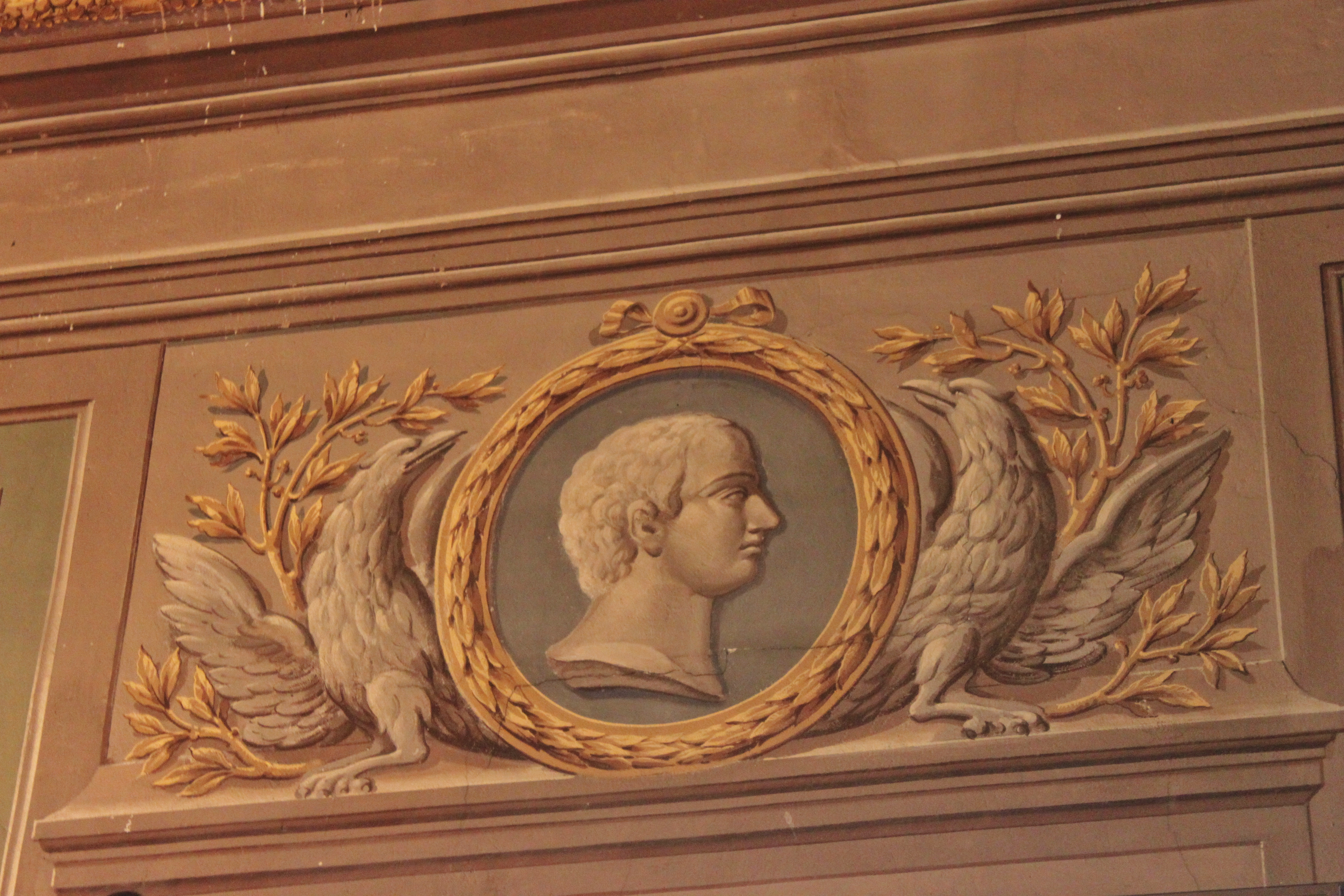
Dubarry : décor de la cage d'escalier.
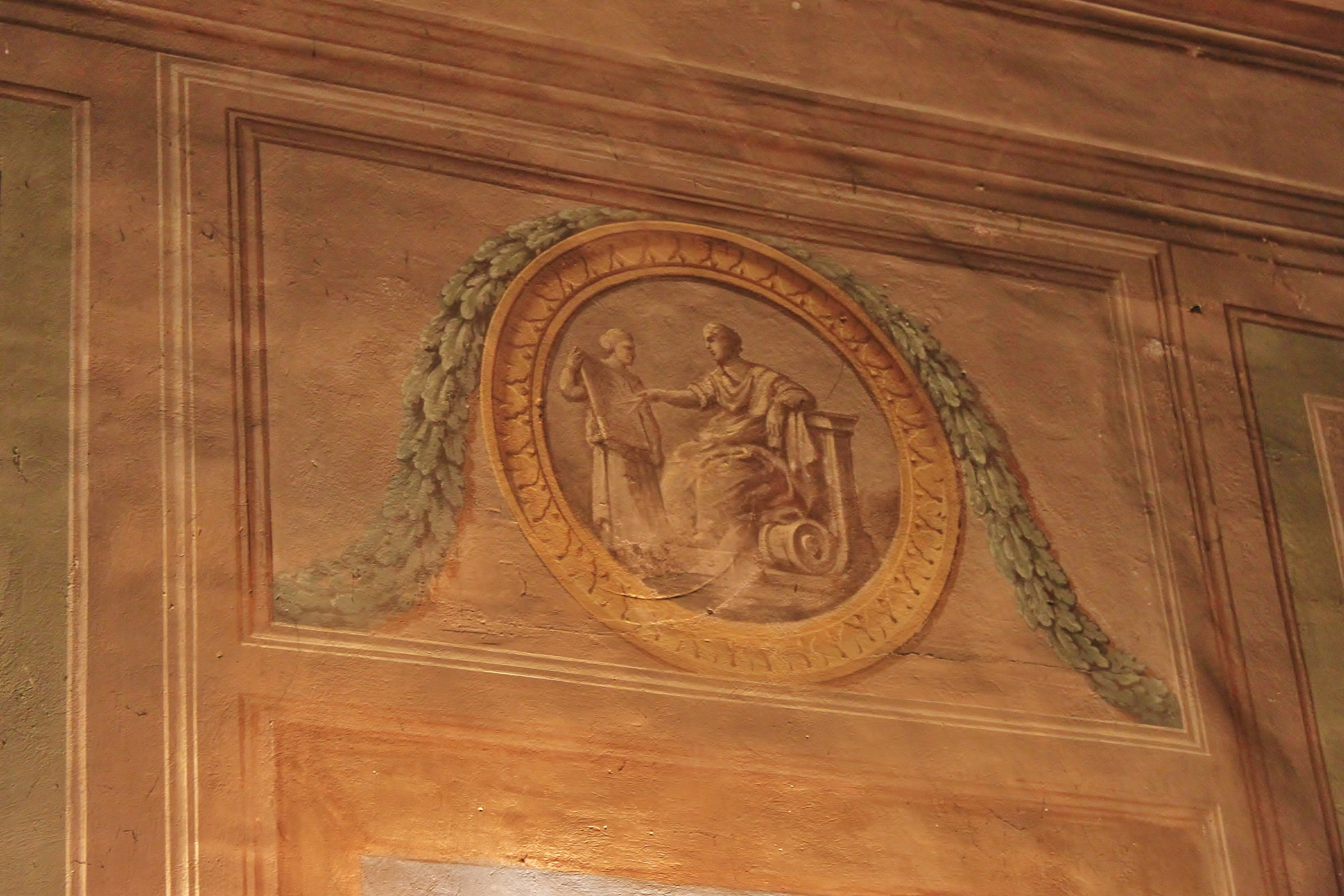
Dubarry : décor de la cage d'escalier.
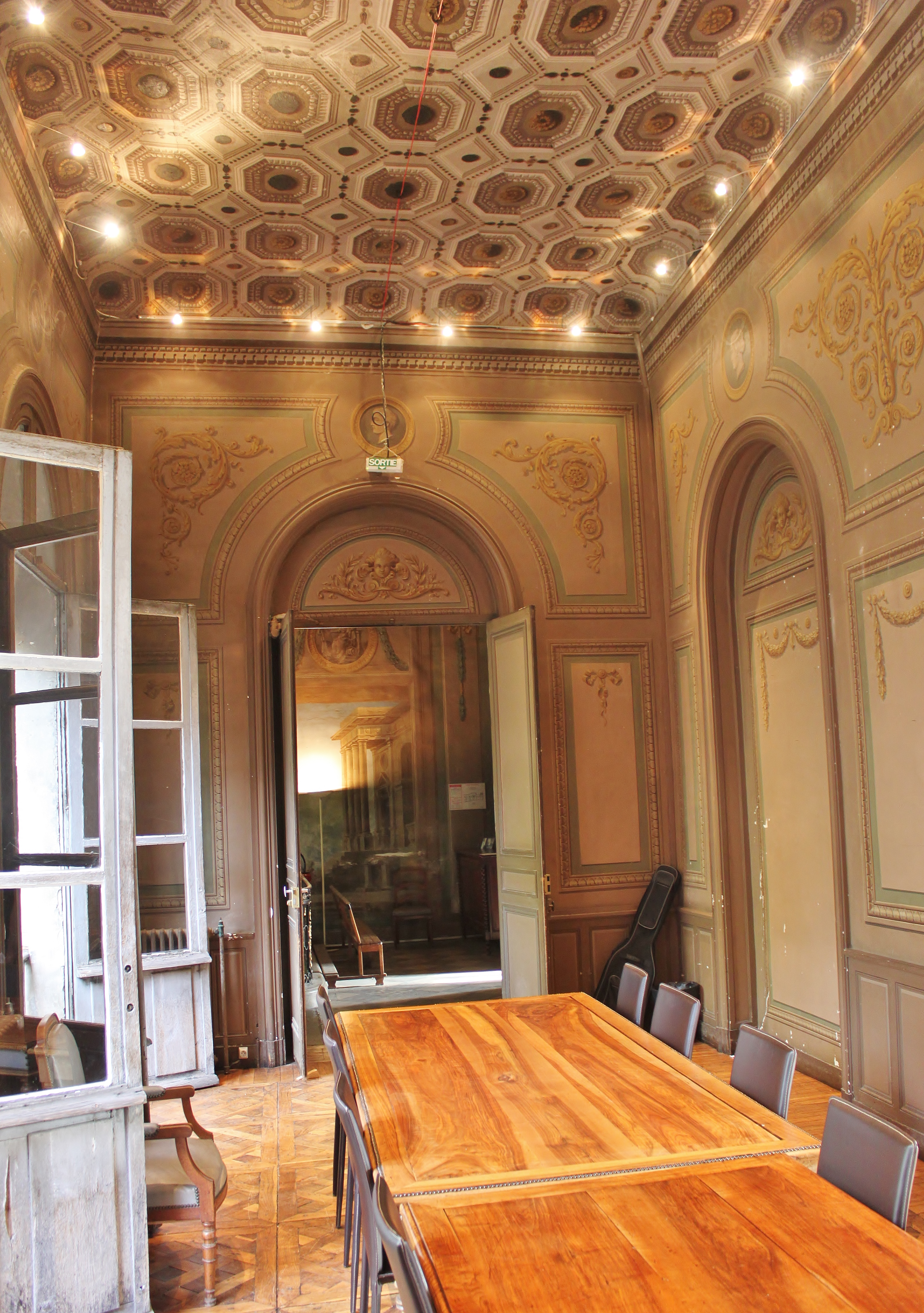
Dubarry : salon.
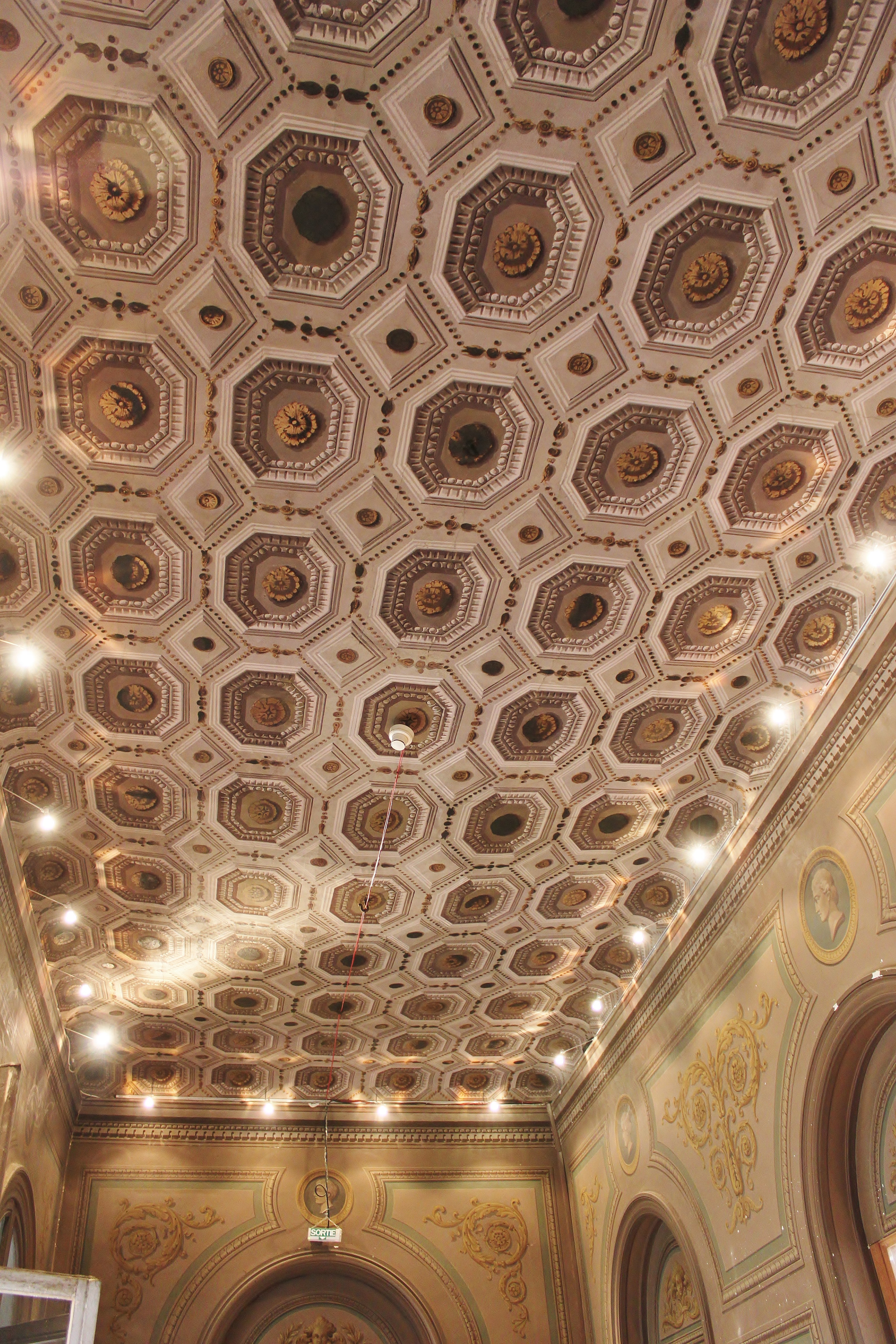
Dubarry : plafond à faux caissons peints.
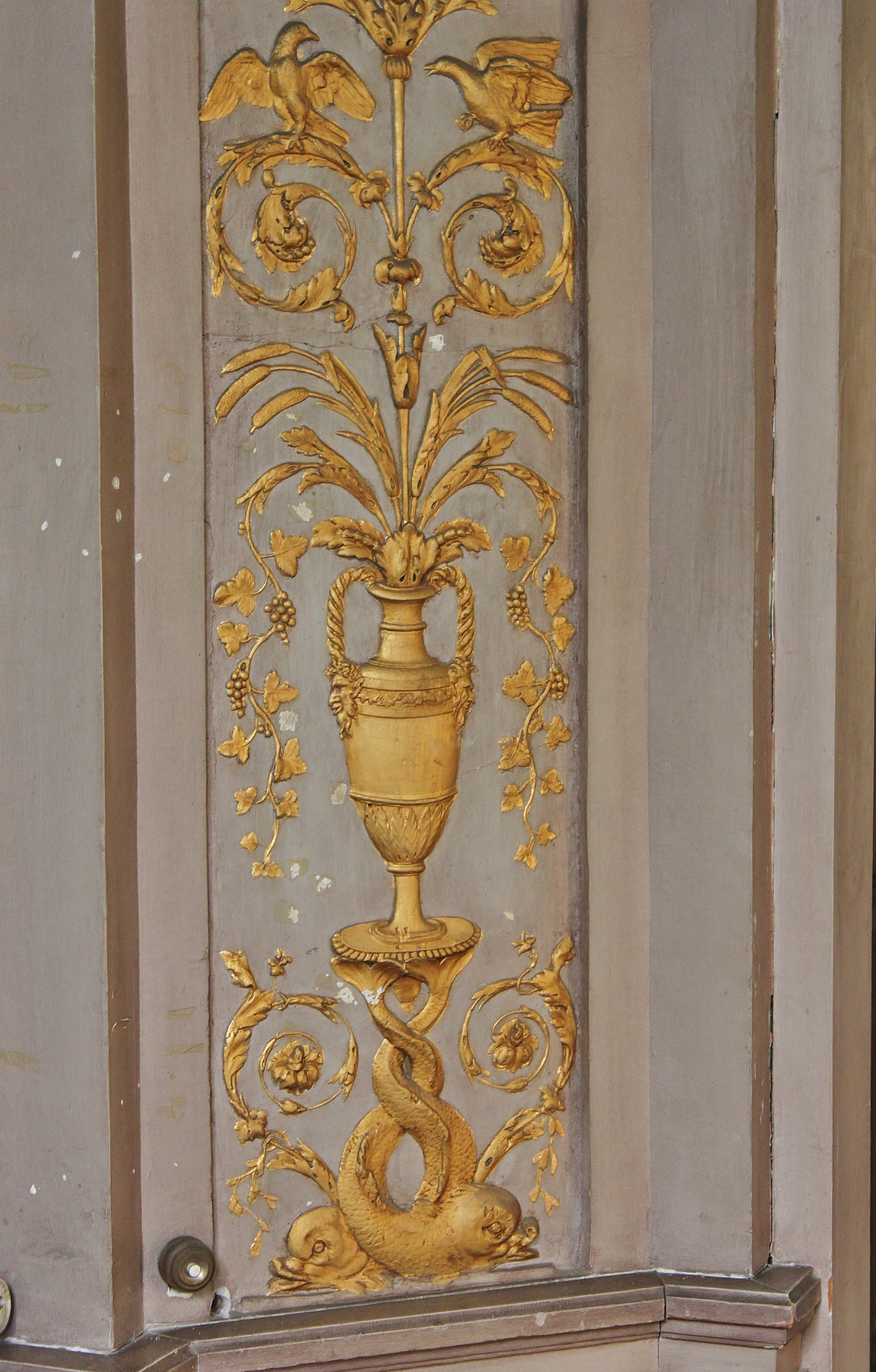
Dubarry : décor.
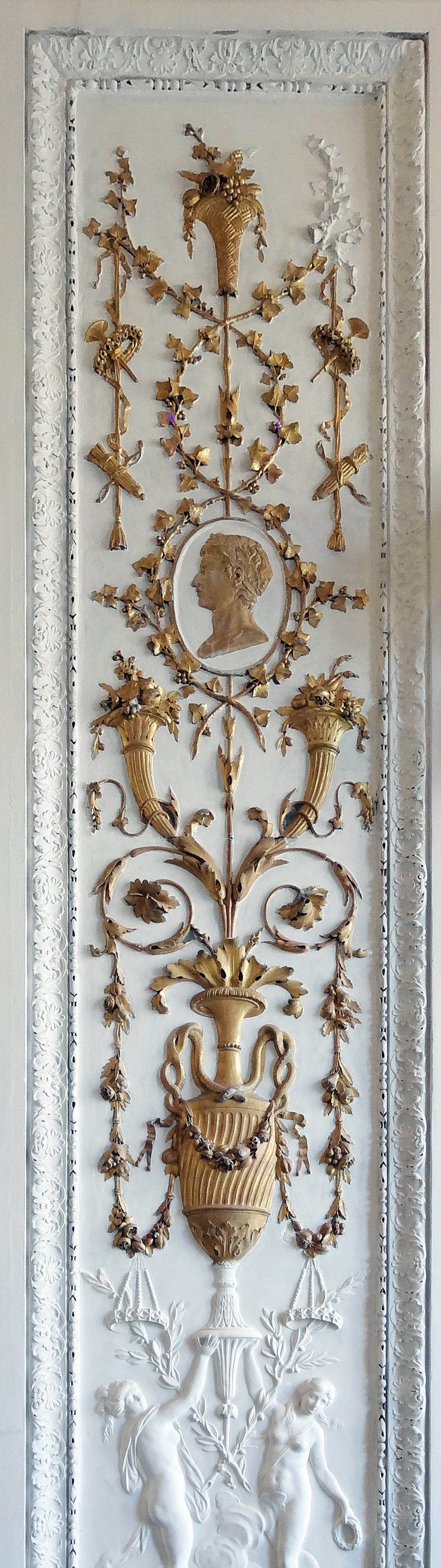
Dubarry : décor.
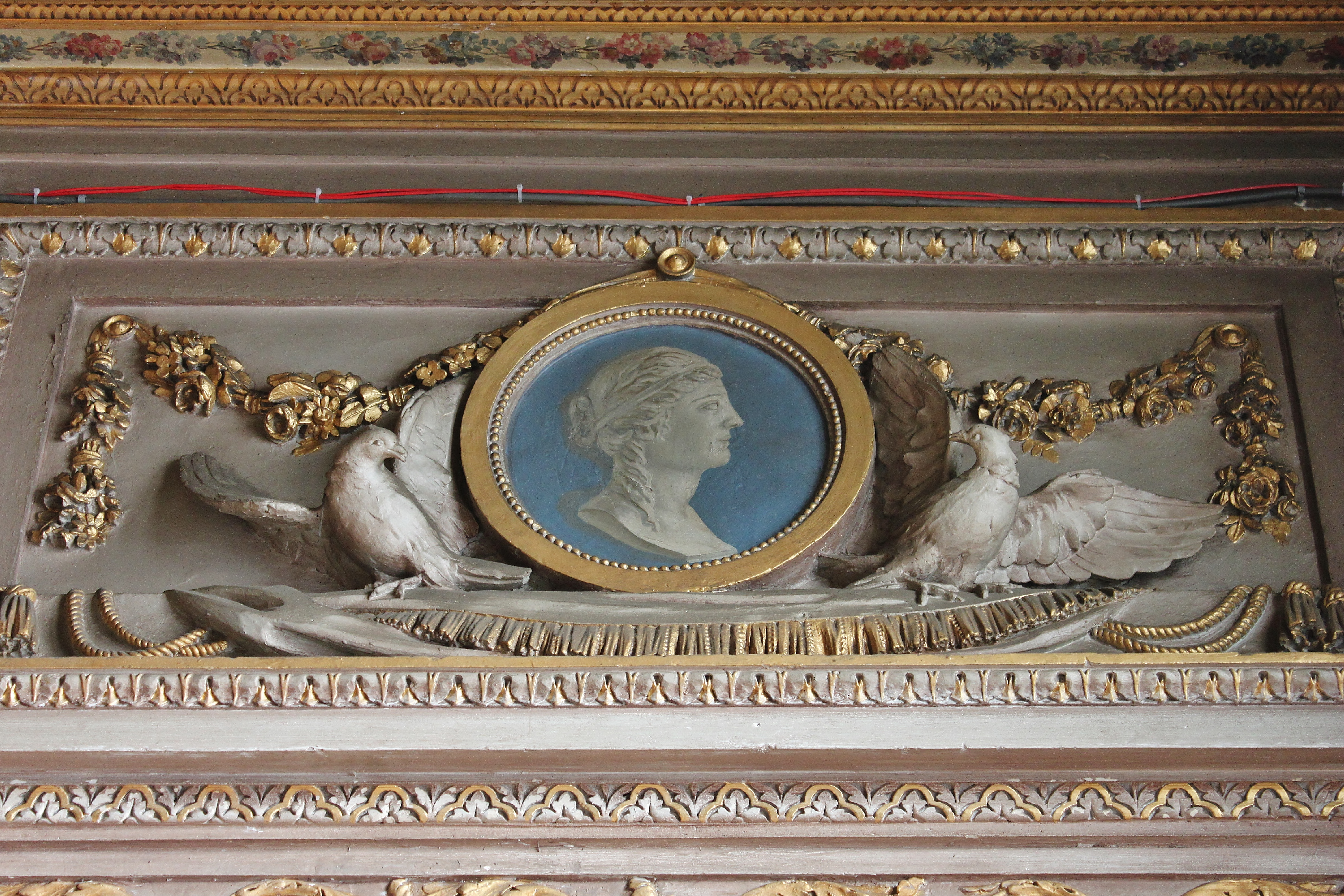
Dubarry : décor.
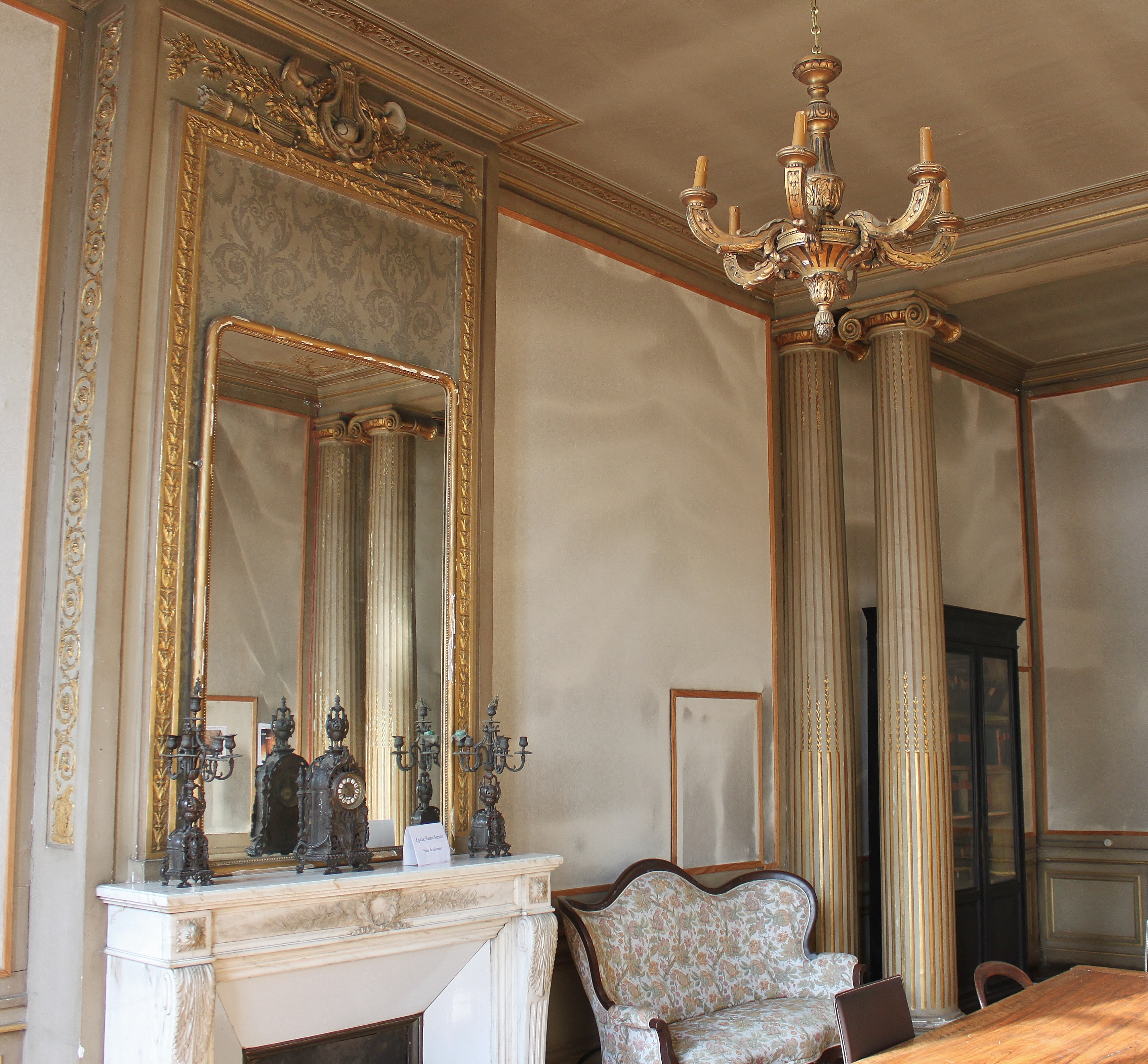
Dubarry : décor.
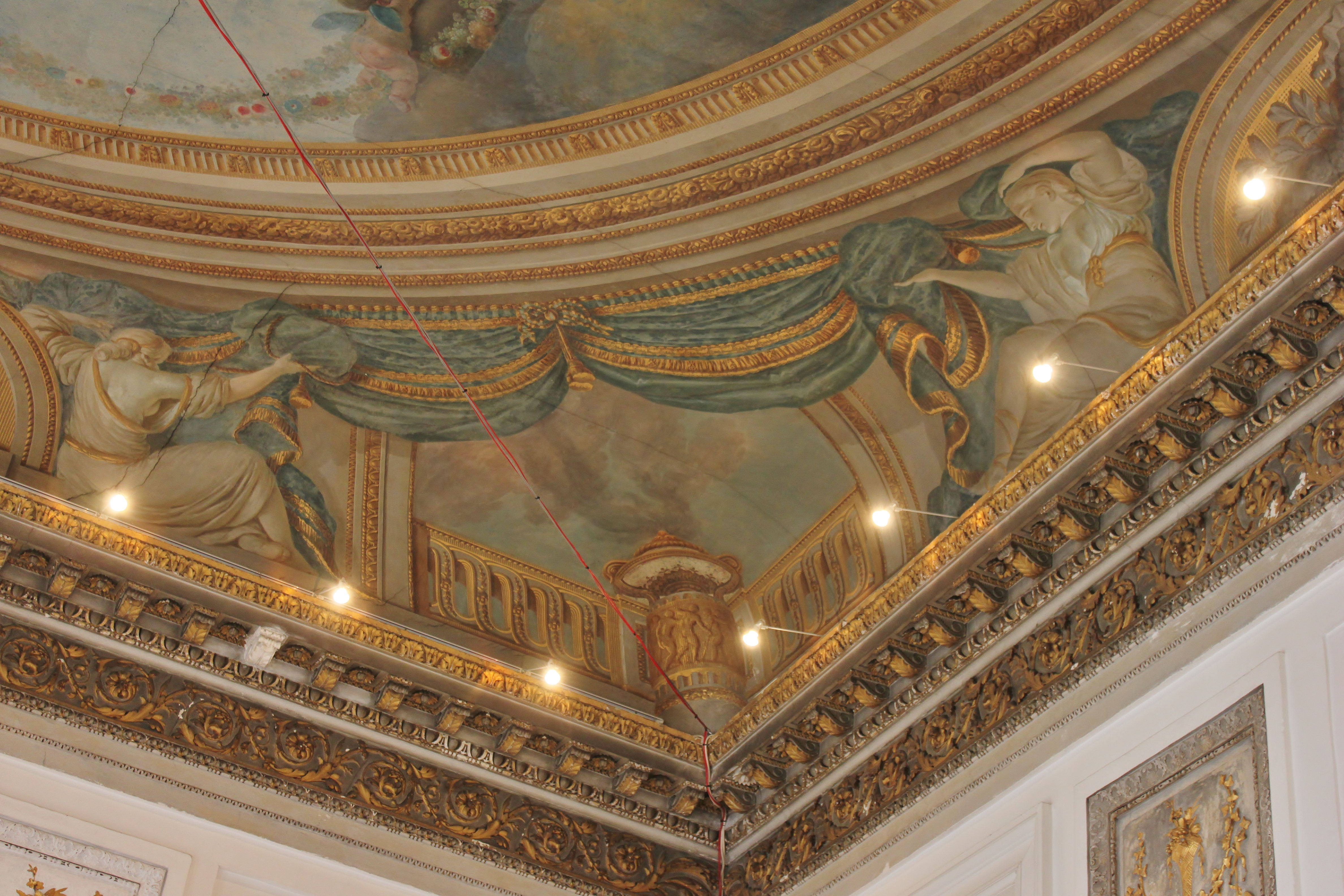
Dubarry : décor peint.
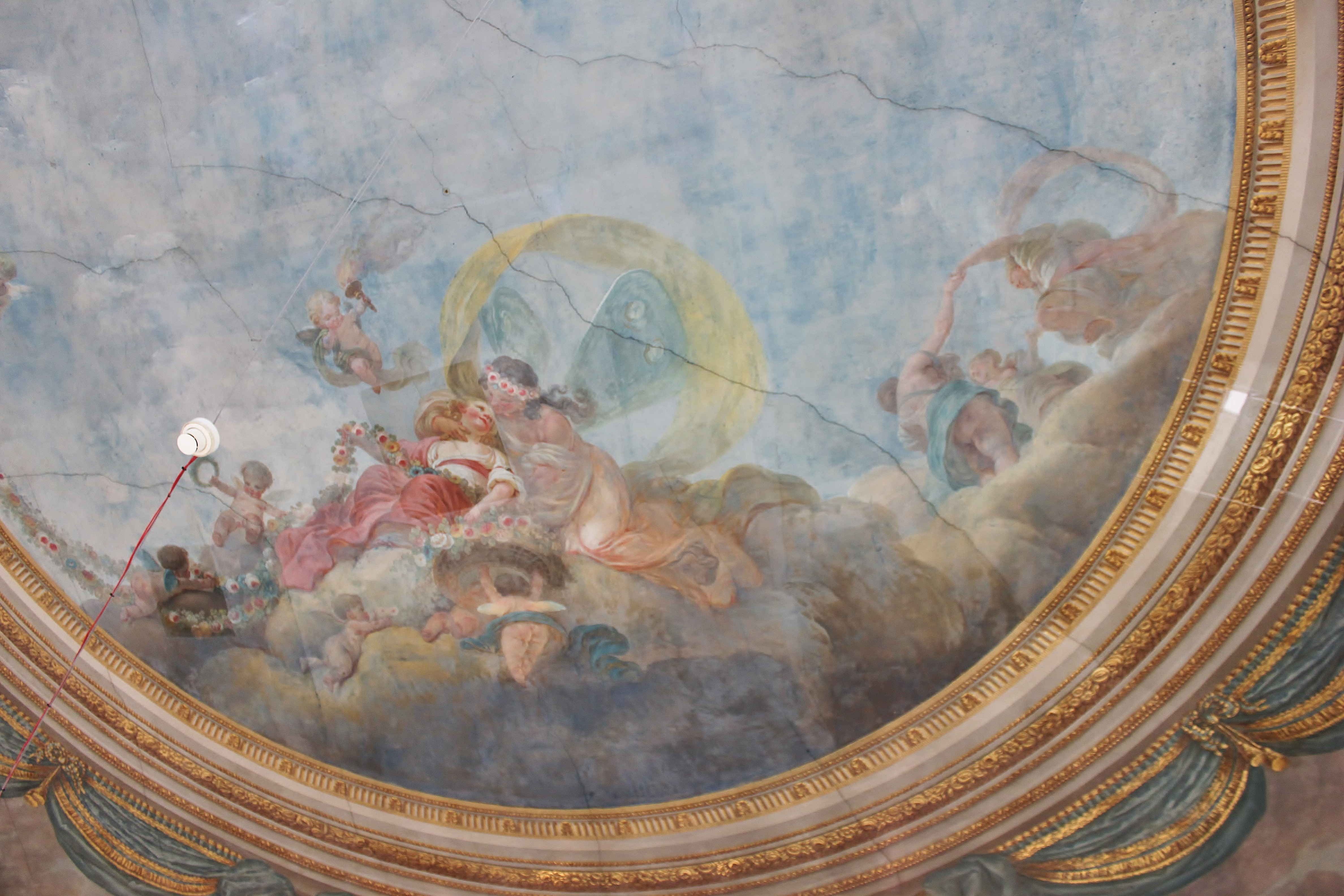
Dubarry : plafond peint.
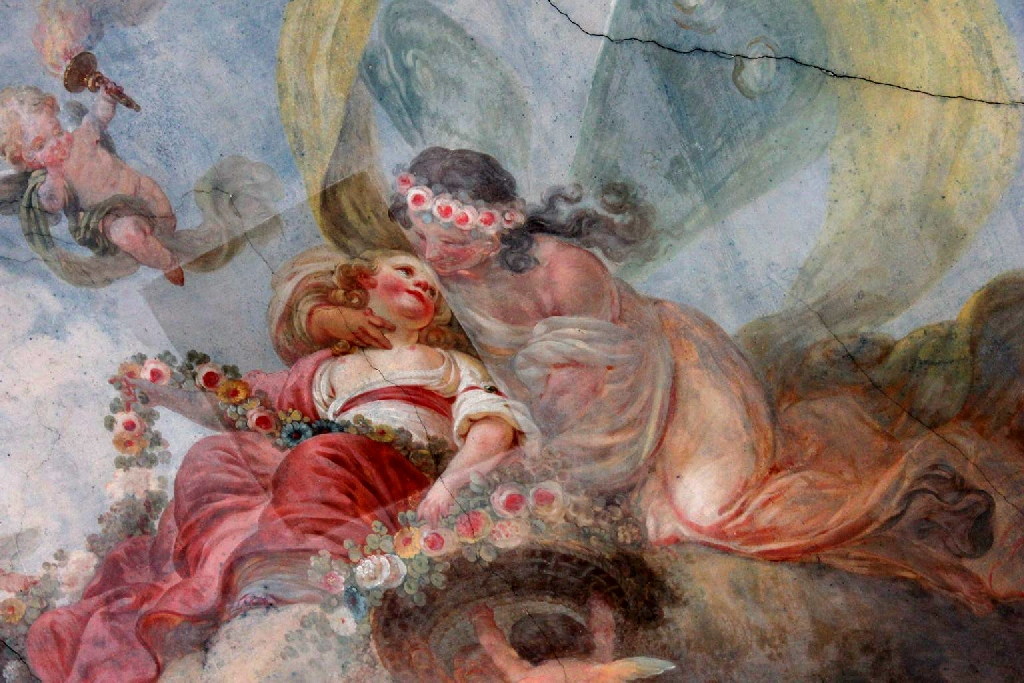
Dubarry : Flore et Zéphir.
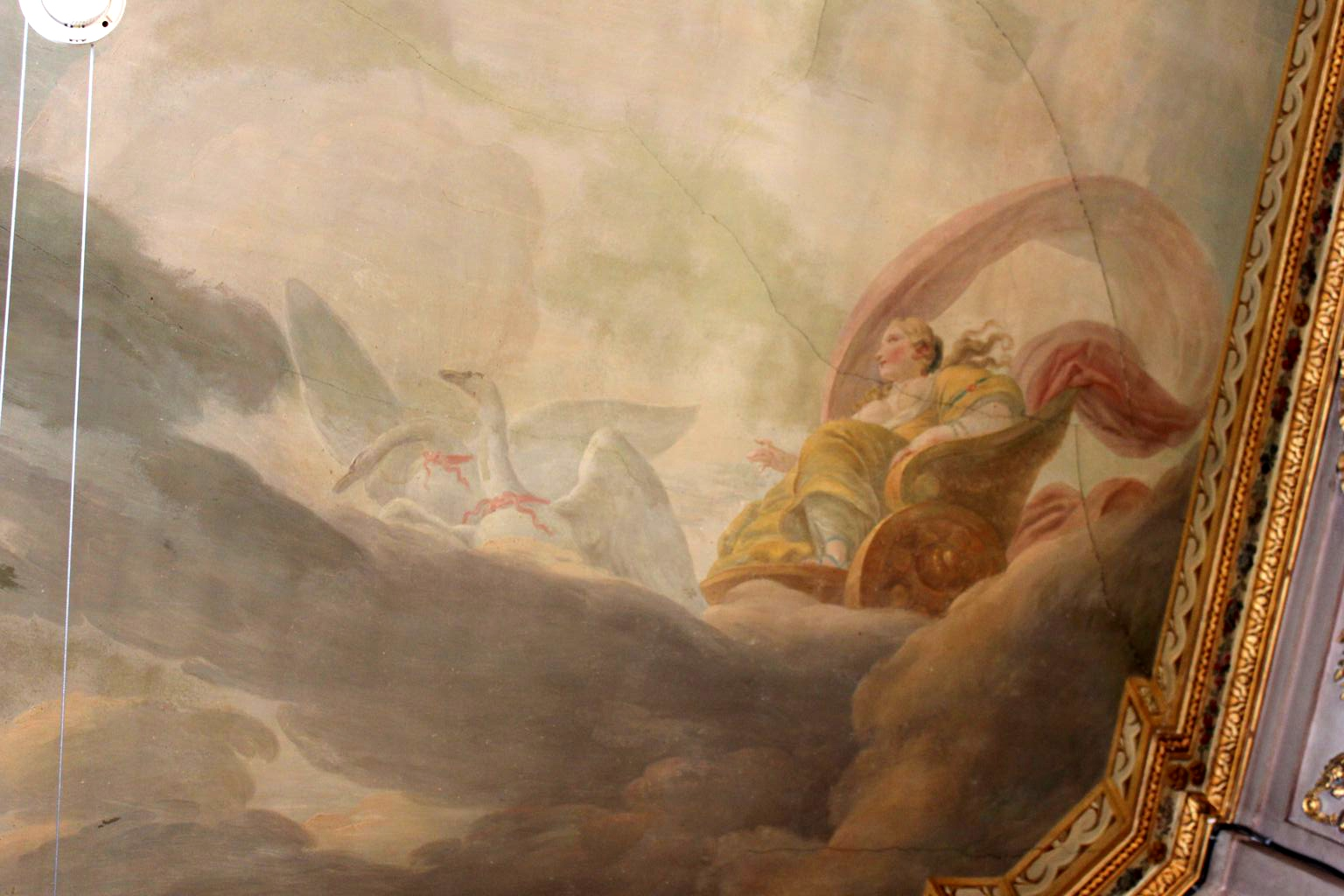
Dubarry : Vénus sur son char tiré par deux cygnes.
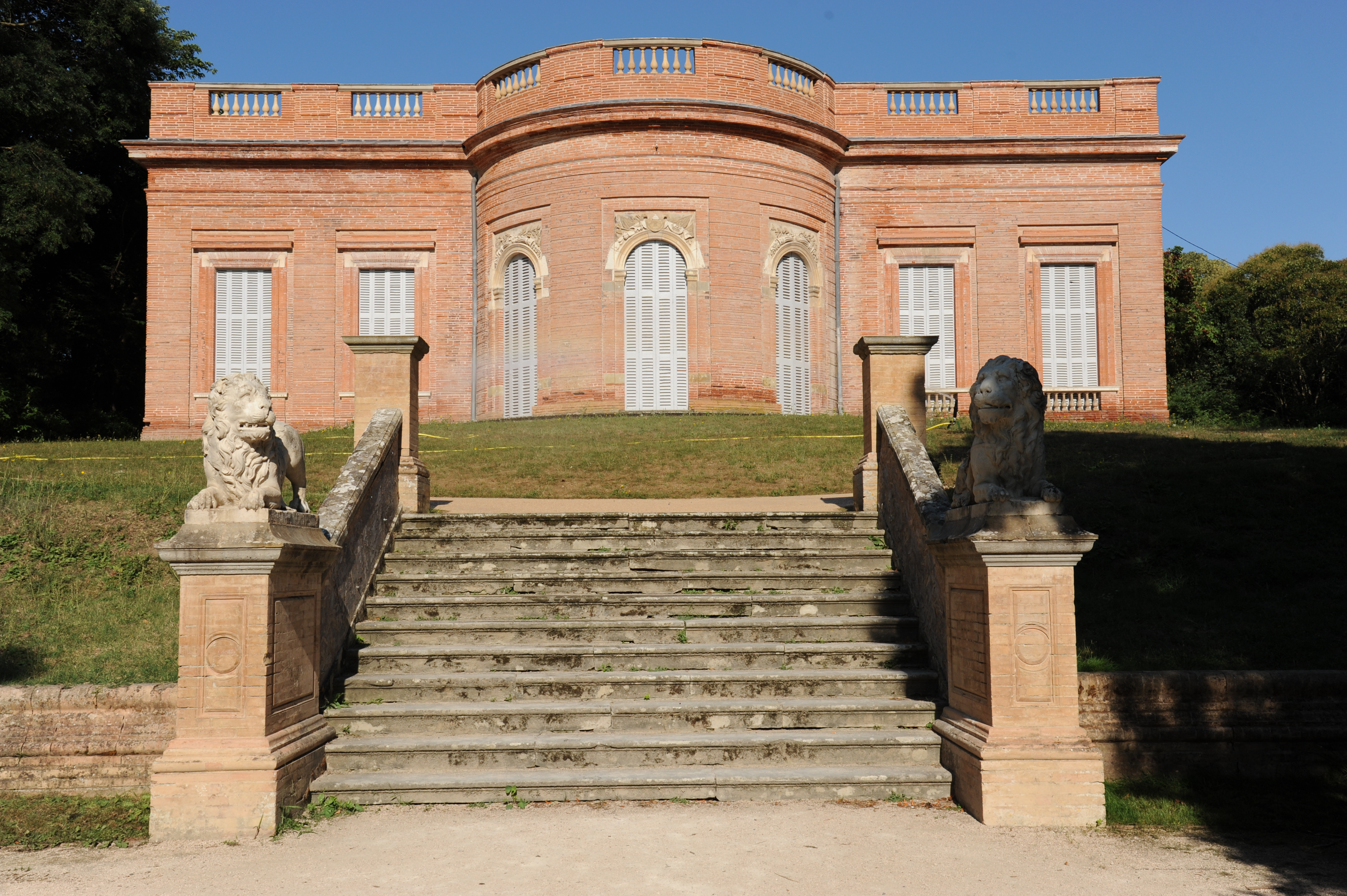
La « folie » de Guillaume Dubarry en périphérie immédiate de la ville (château de Reynerie).

### Autres hôtels, portails ou éléments duXVIIIesiècle

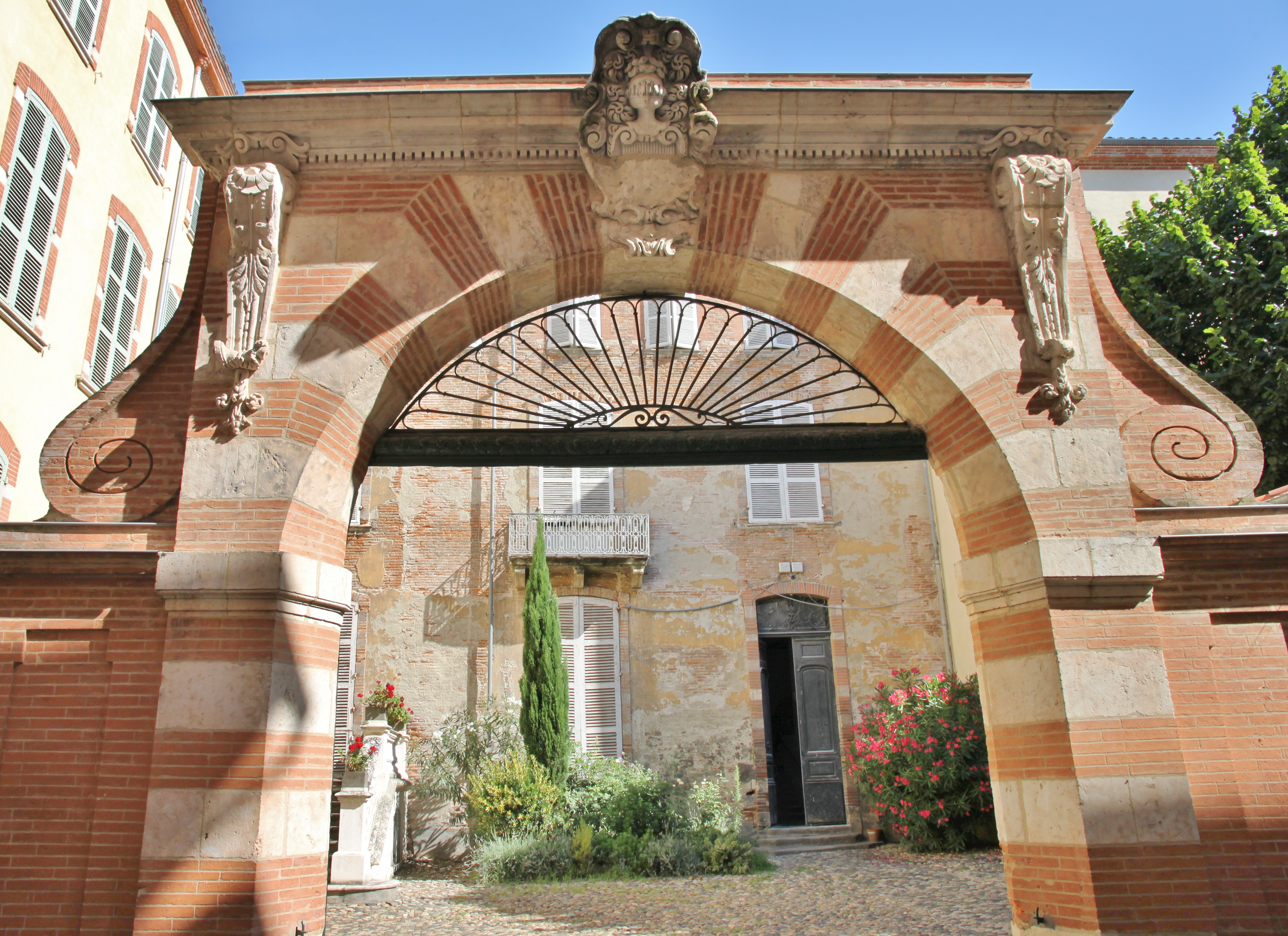
Portail de l'hôtel de Maletache.
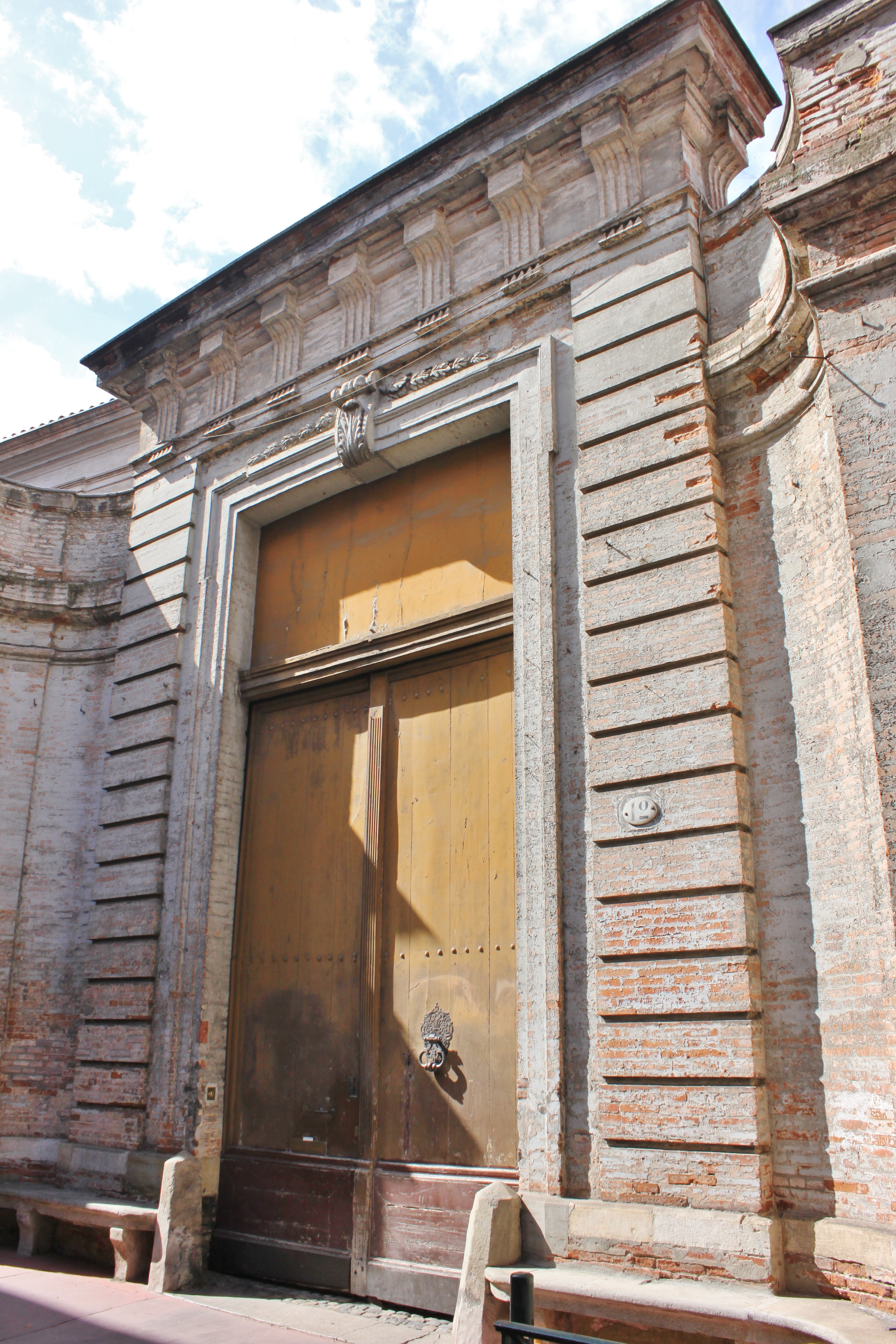
Portail de l'hôtel de Paulo.
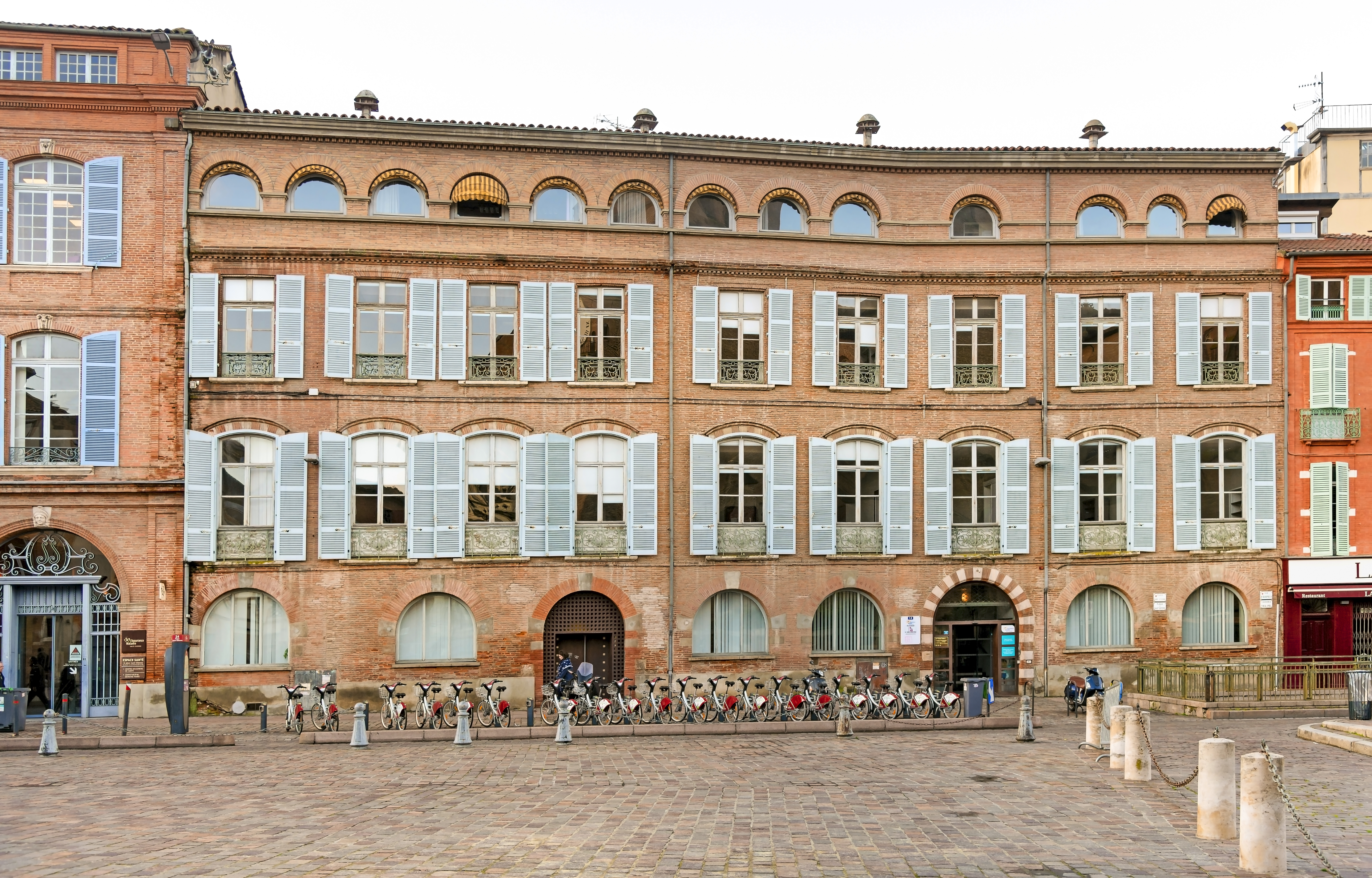
Hôtel de Cambon.
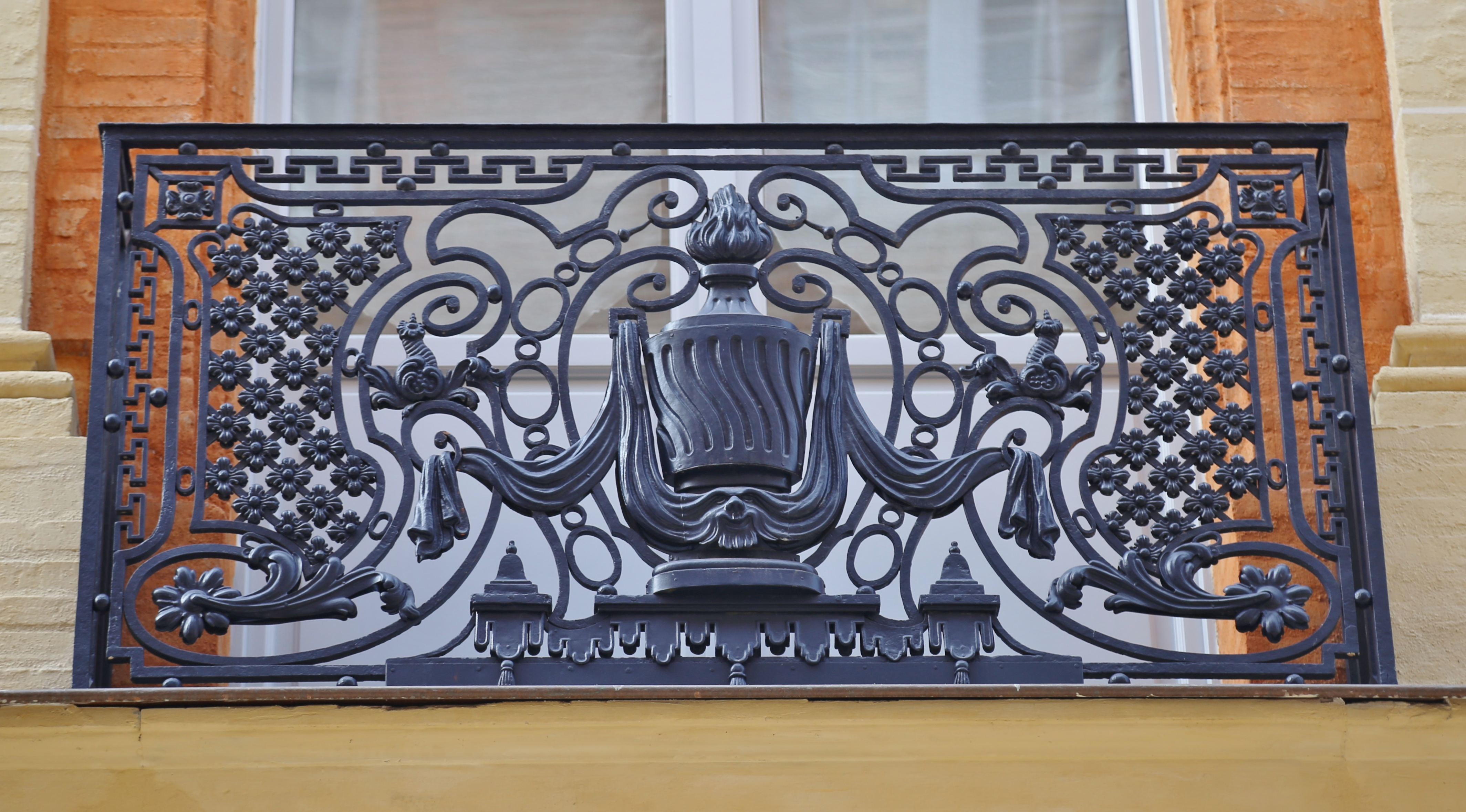
Hôtel de Castellane, ferronnerie attribuée à Bernard Ortet.
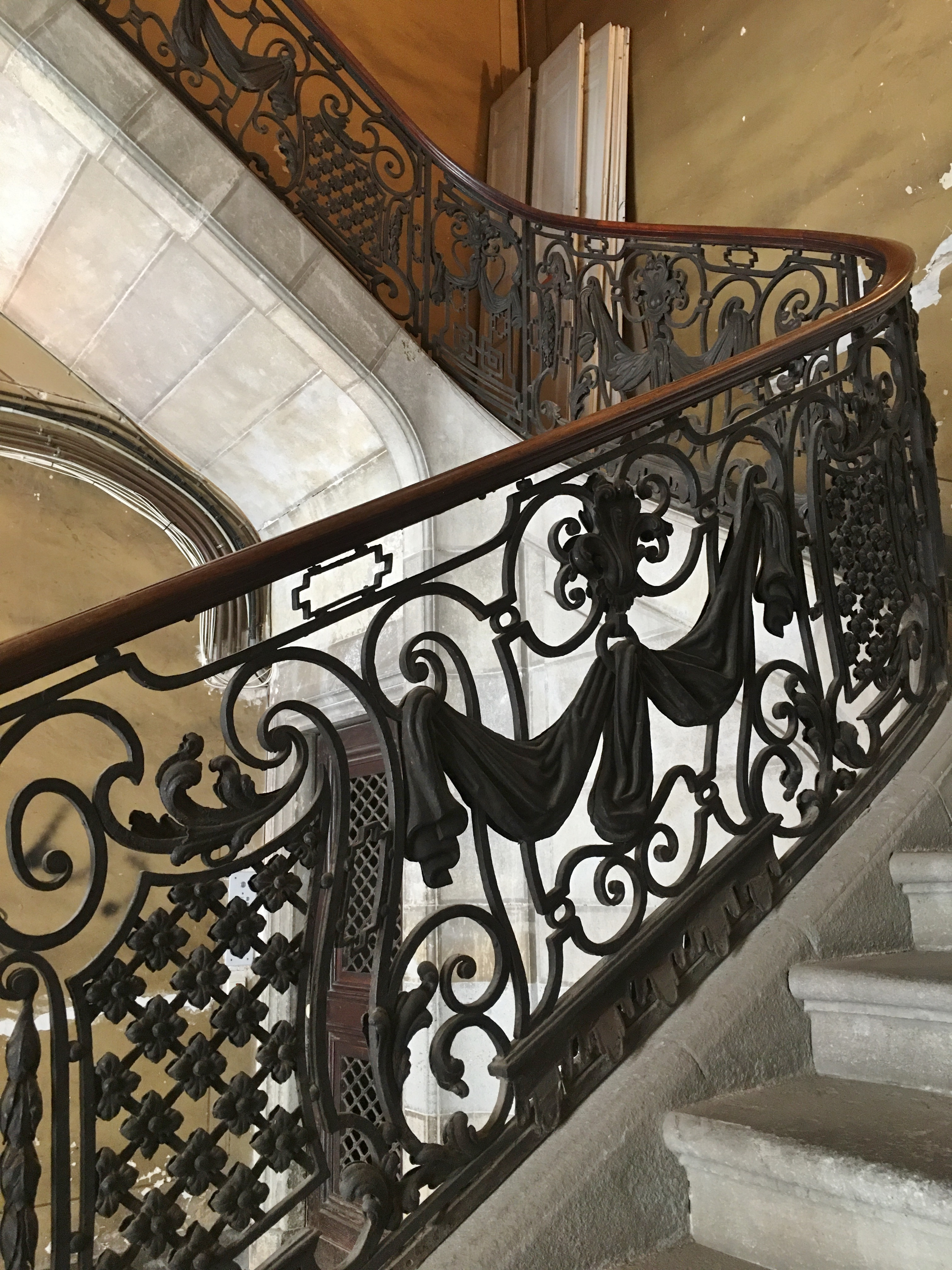
Hôtel de Castellane, rampe de l'escalier attribuée à Bernard Ortet.
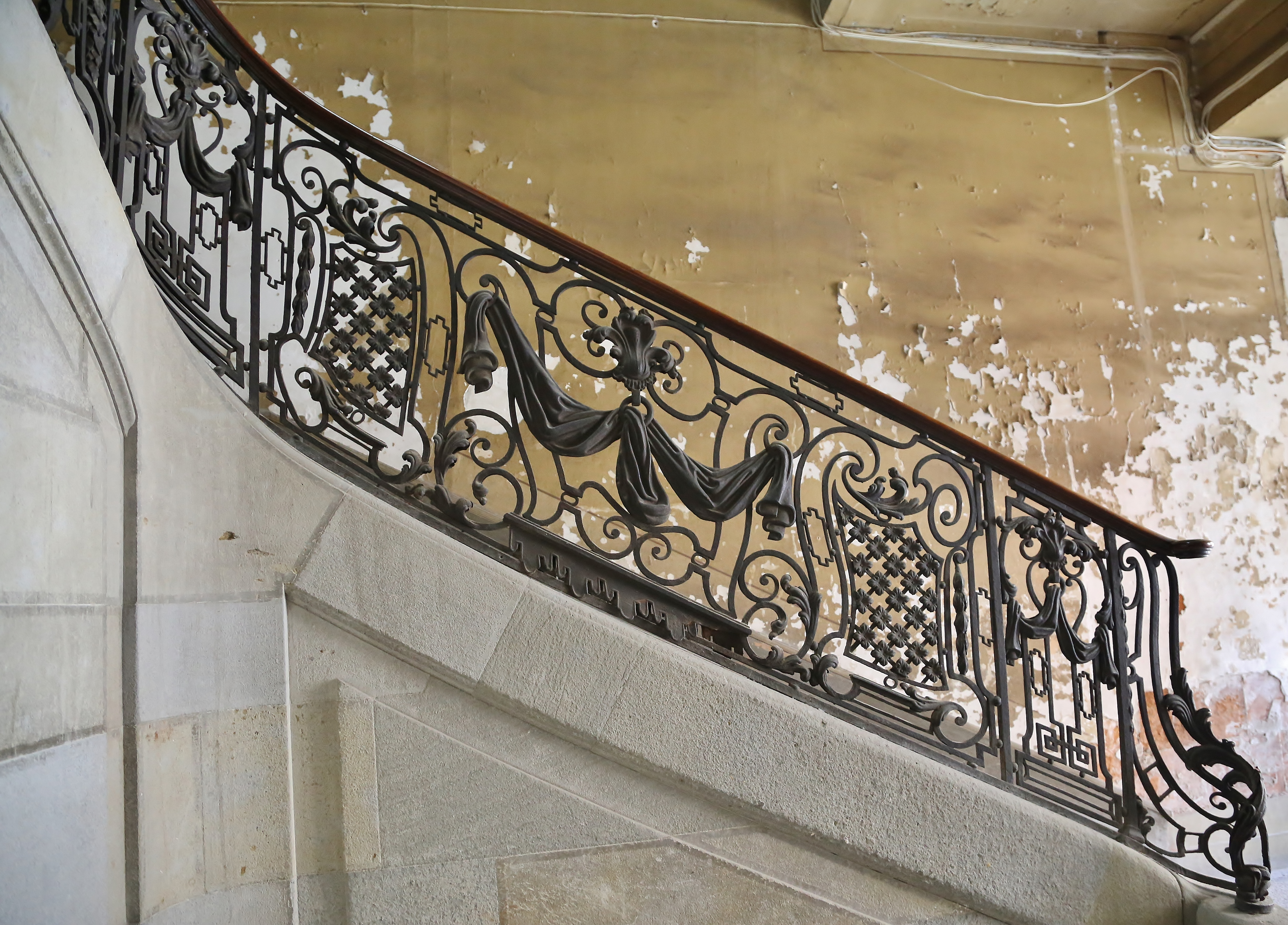
Détail de la rampe d'escalier de l'hôtel de Castellane.
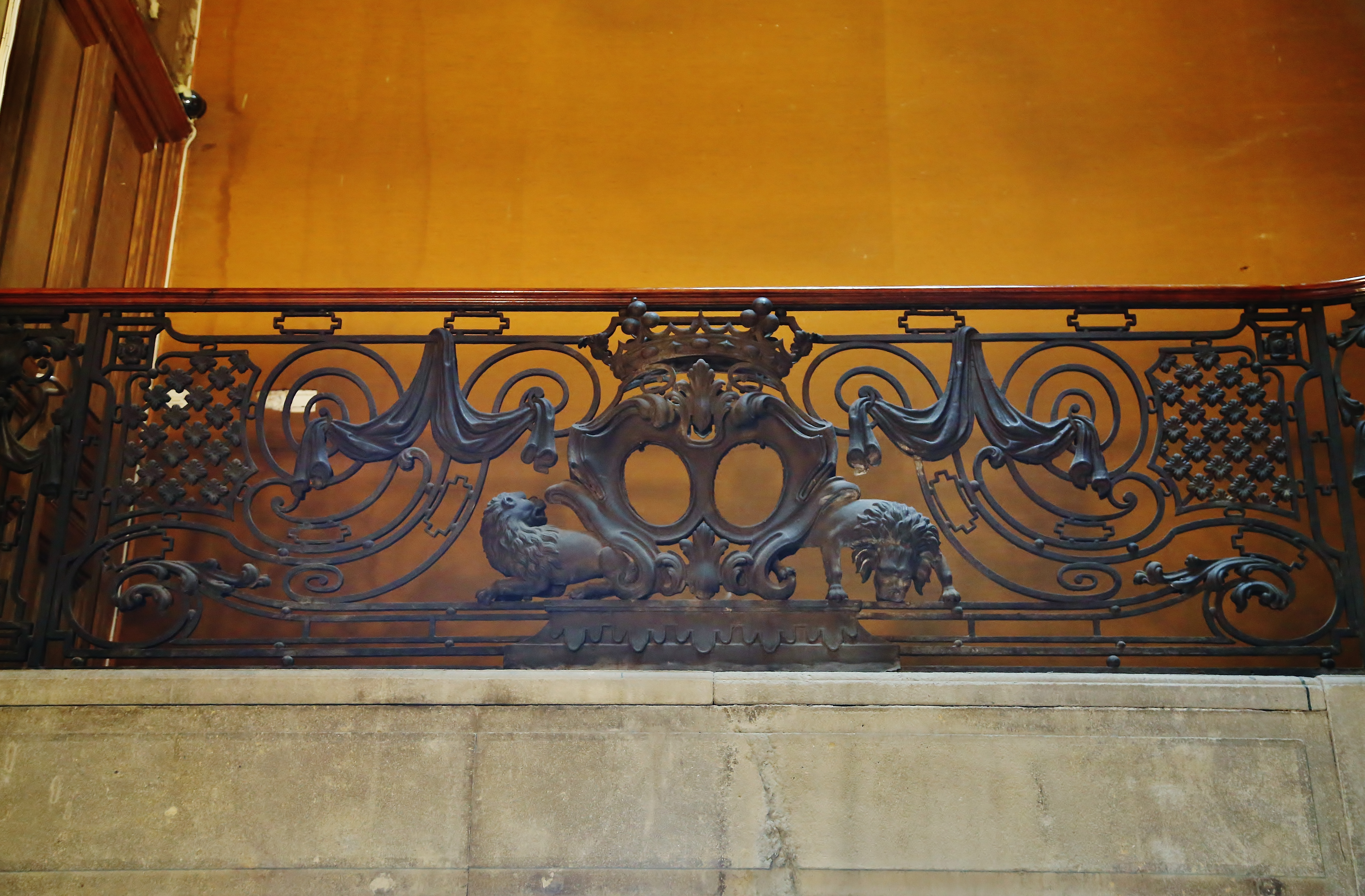
Détail de la rampe d'escalier de l'hôtel de Castellane.
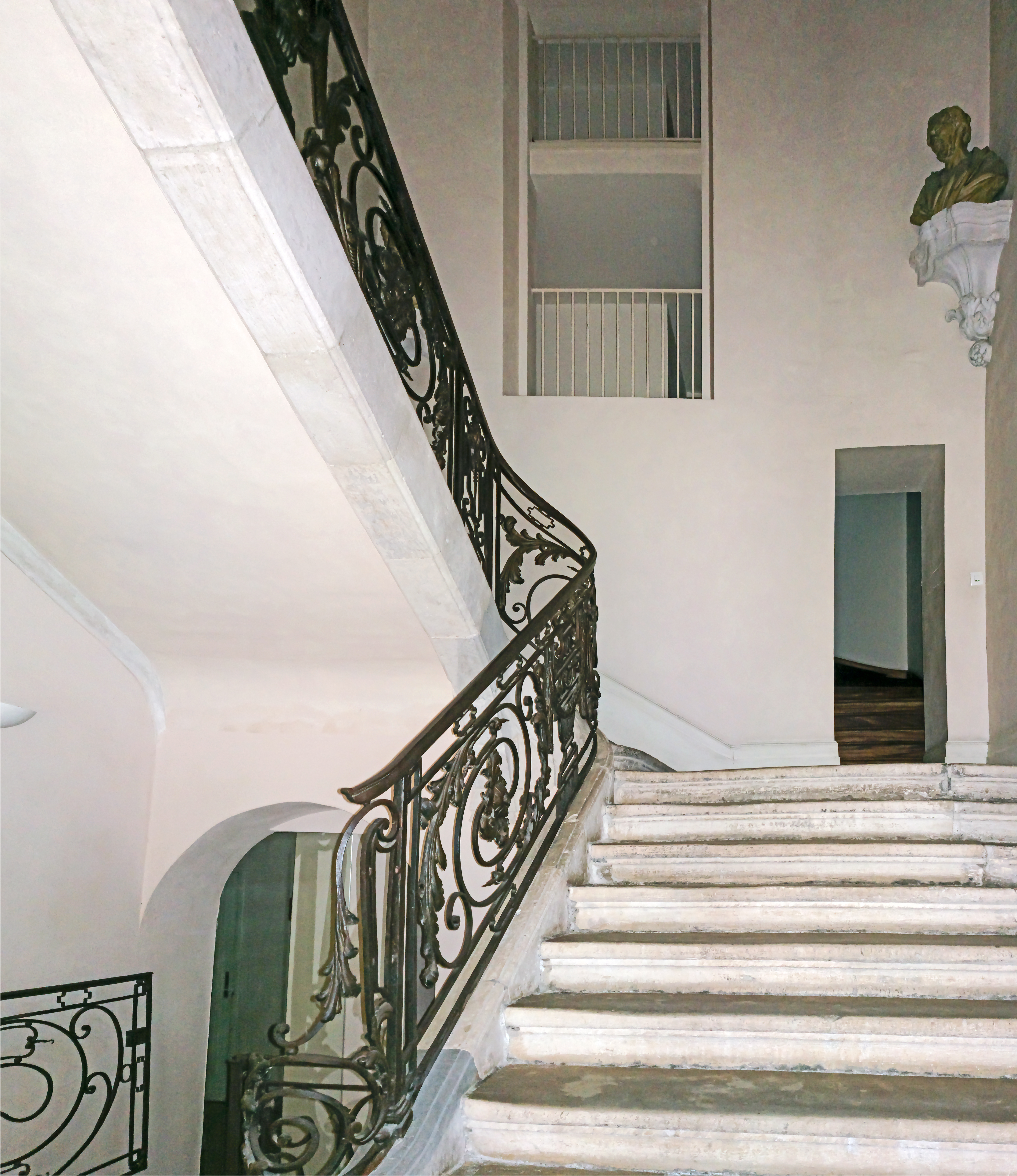
Hôtel Arquata, rampe de l'escalier attribuée à Joseph Bosc.
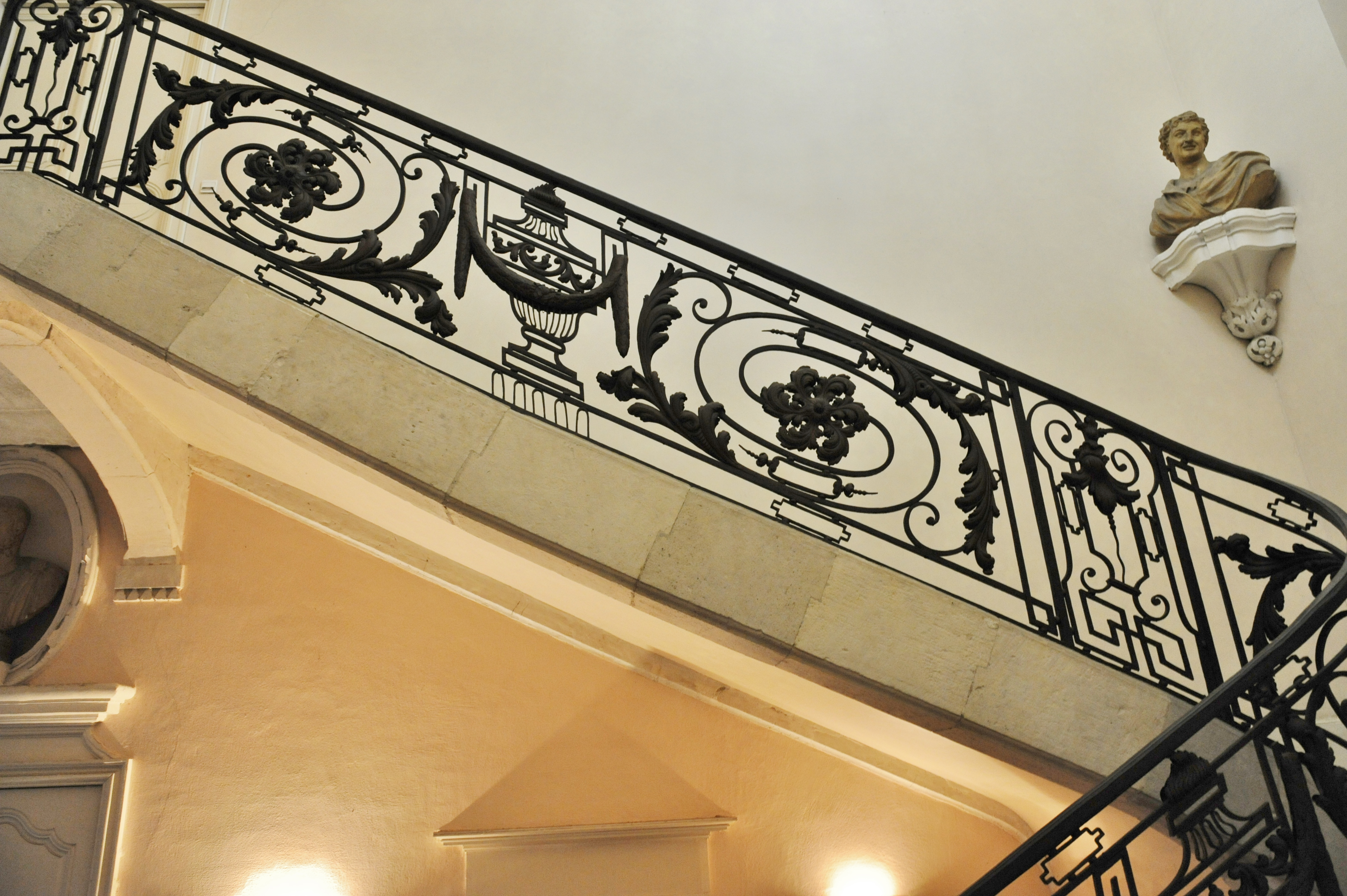
Hôtel Arquata, détail de la rampe de l'escalier.
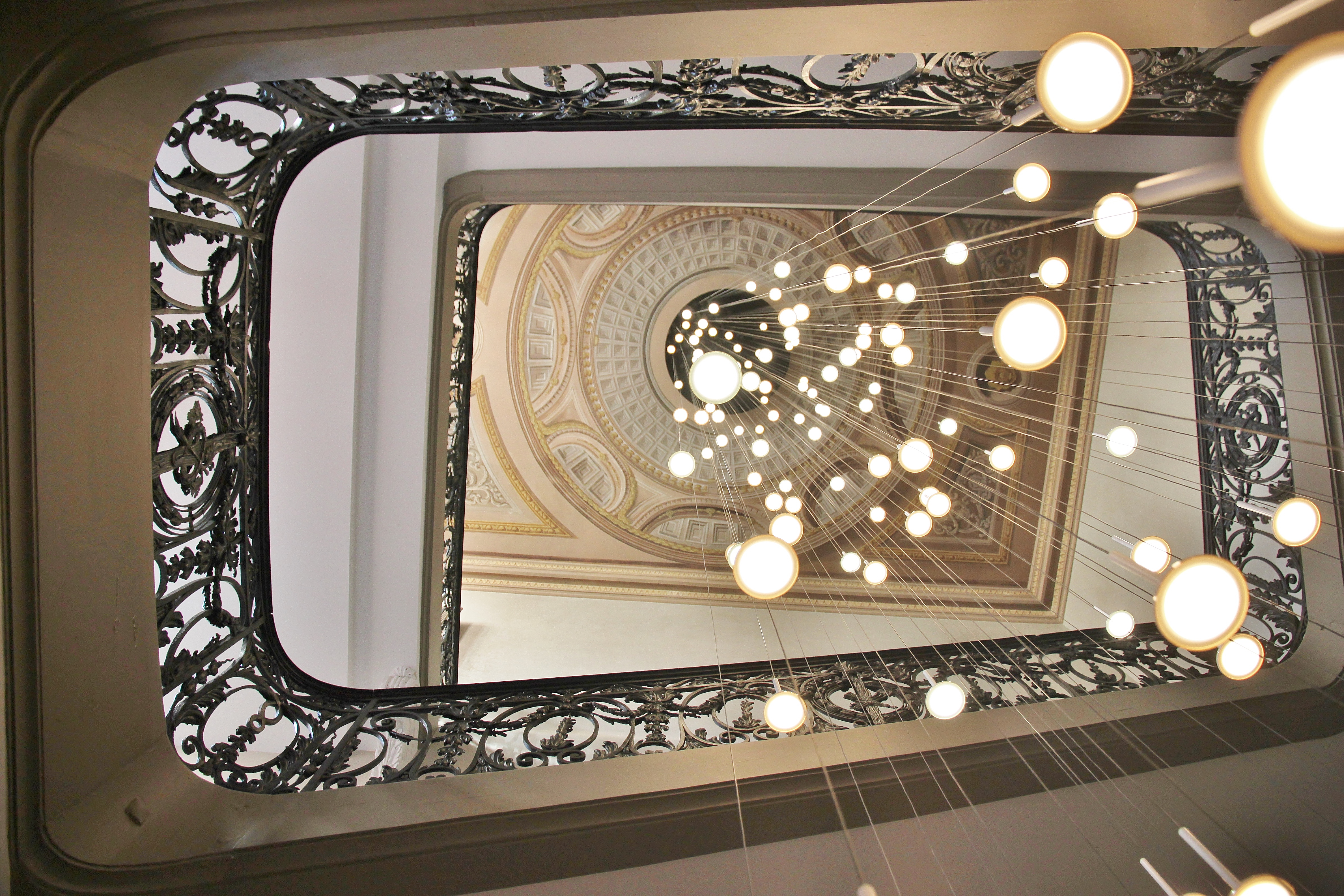
Rampe d'escalier de l'hôtel Dassier par le maître serrurier Joseph Bosc, elle servit de modèle à celle de l'hôtel Moïse de Camondo à Paris.
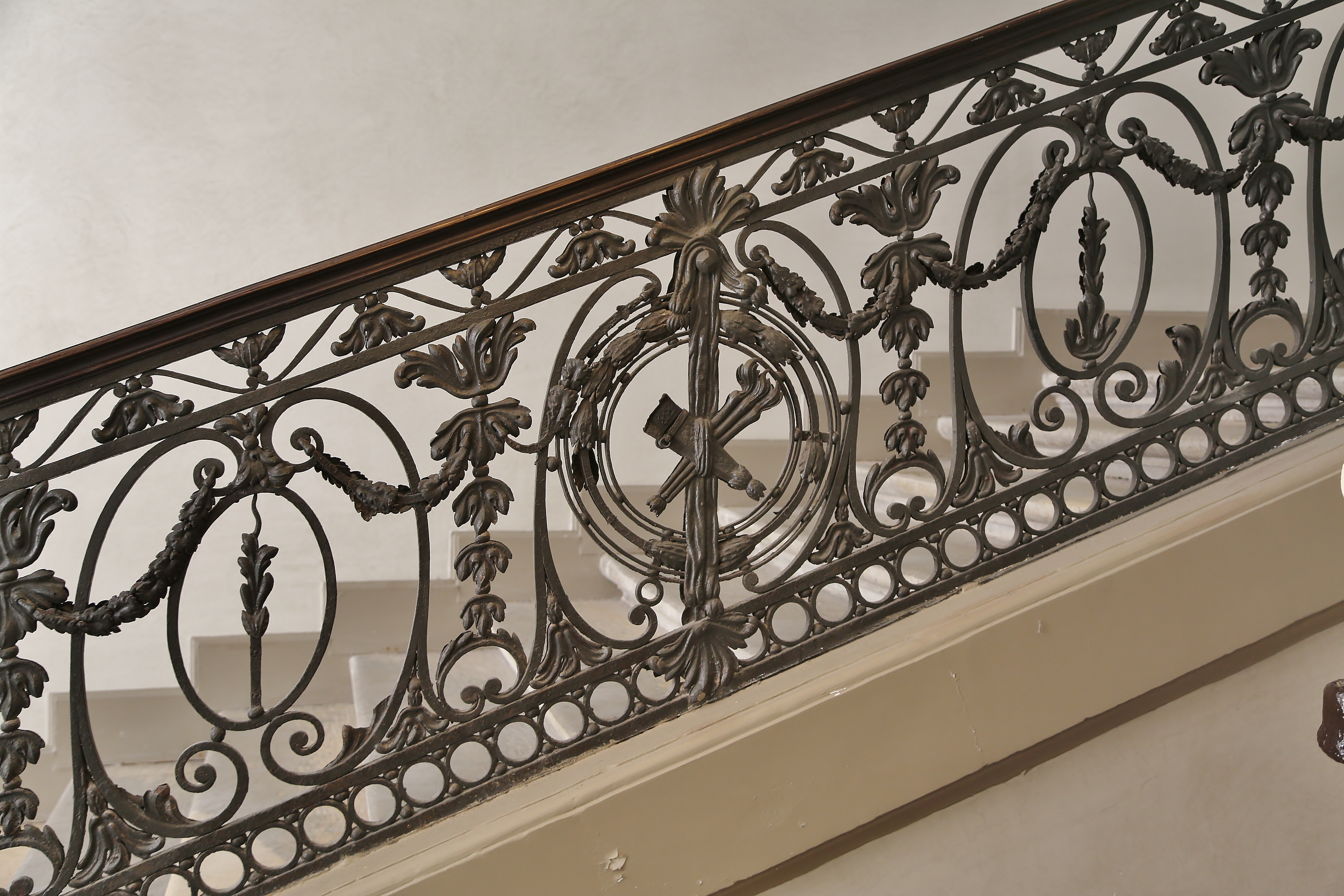
Détail de la rampe d'escalier de l'hôtel Dassier.
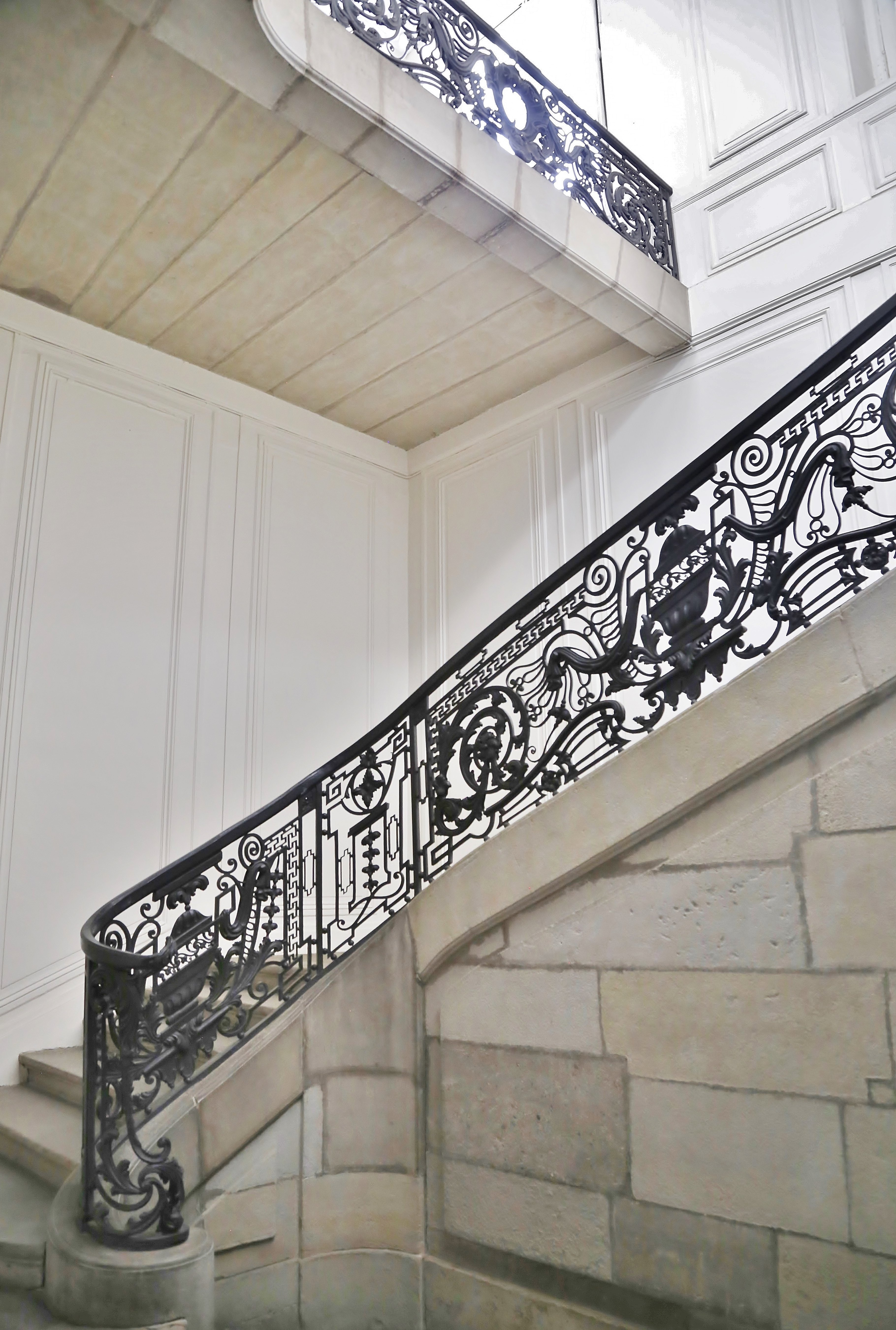
Rampe d'escalier de Joseph Bosc (1770) à l'hôtel Labat de Mourlens (ou hôtel de Puymaurin).
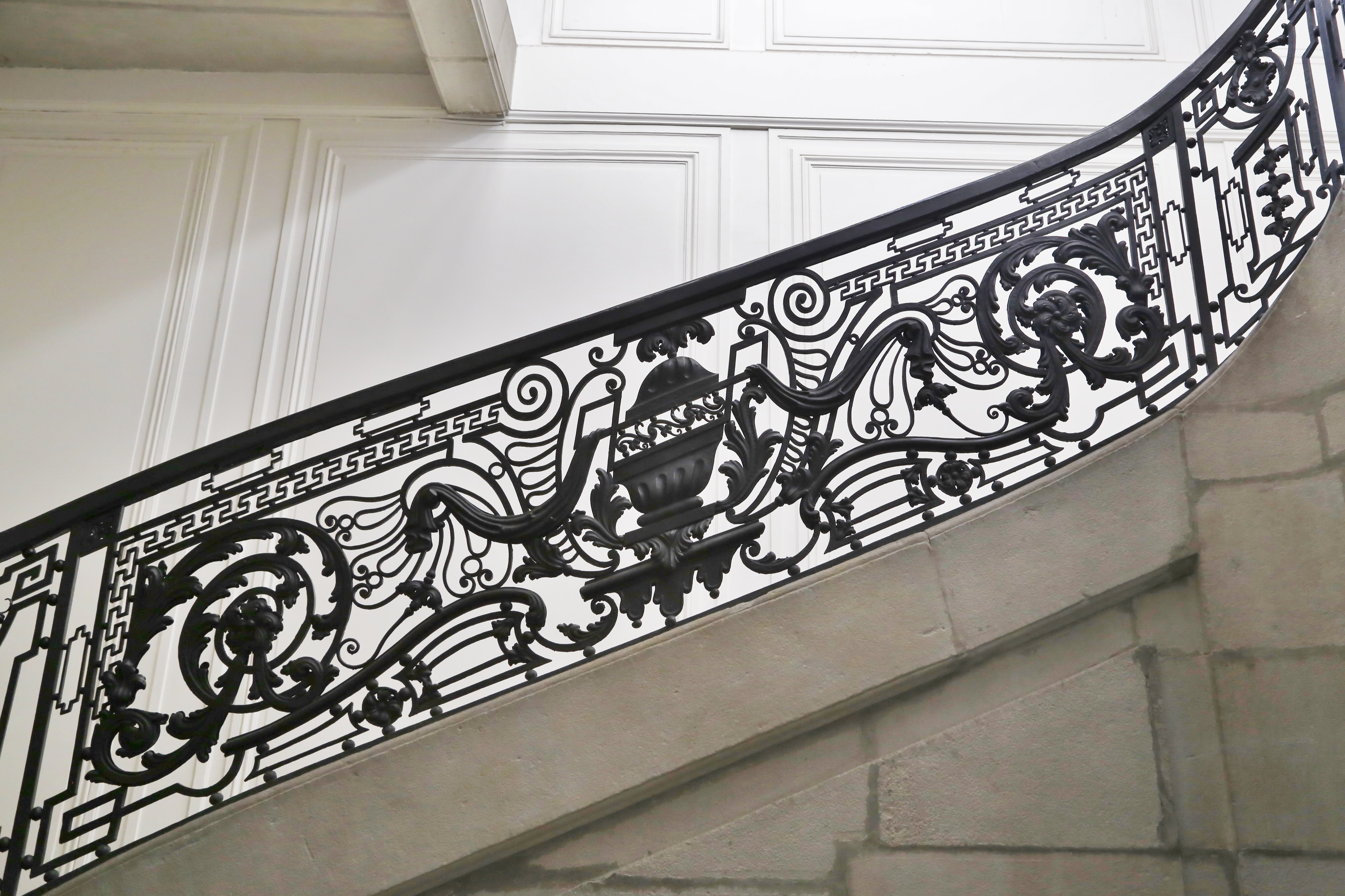
Hôtel Labat de Mourlens, détail de la rampe de l'escalier.
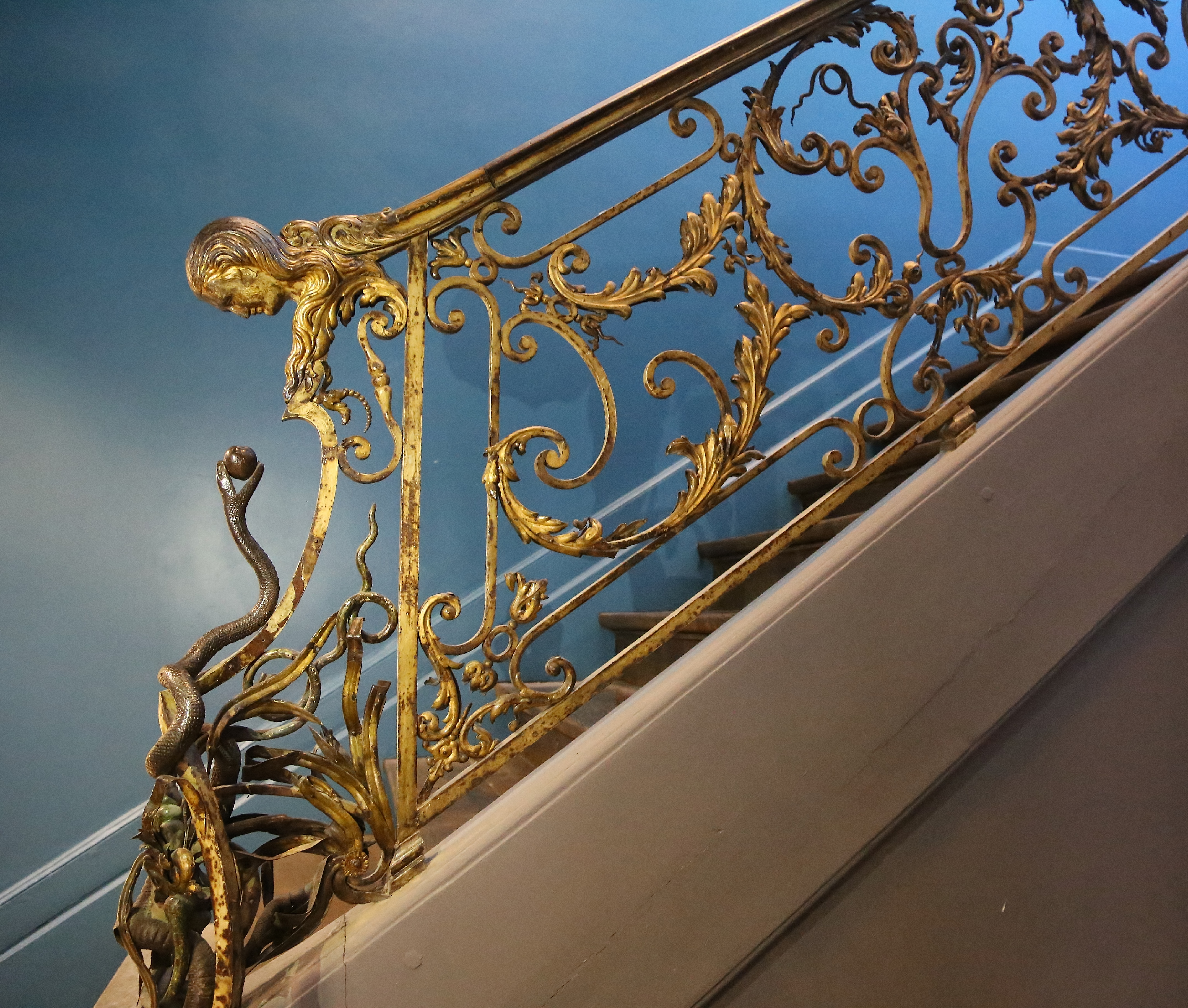
Rampe d'escalier représentant le serpent offrant la pomme à Ève, à l'hôtel Tornié-Barrassy.
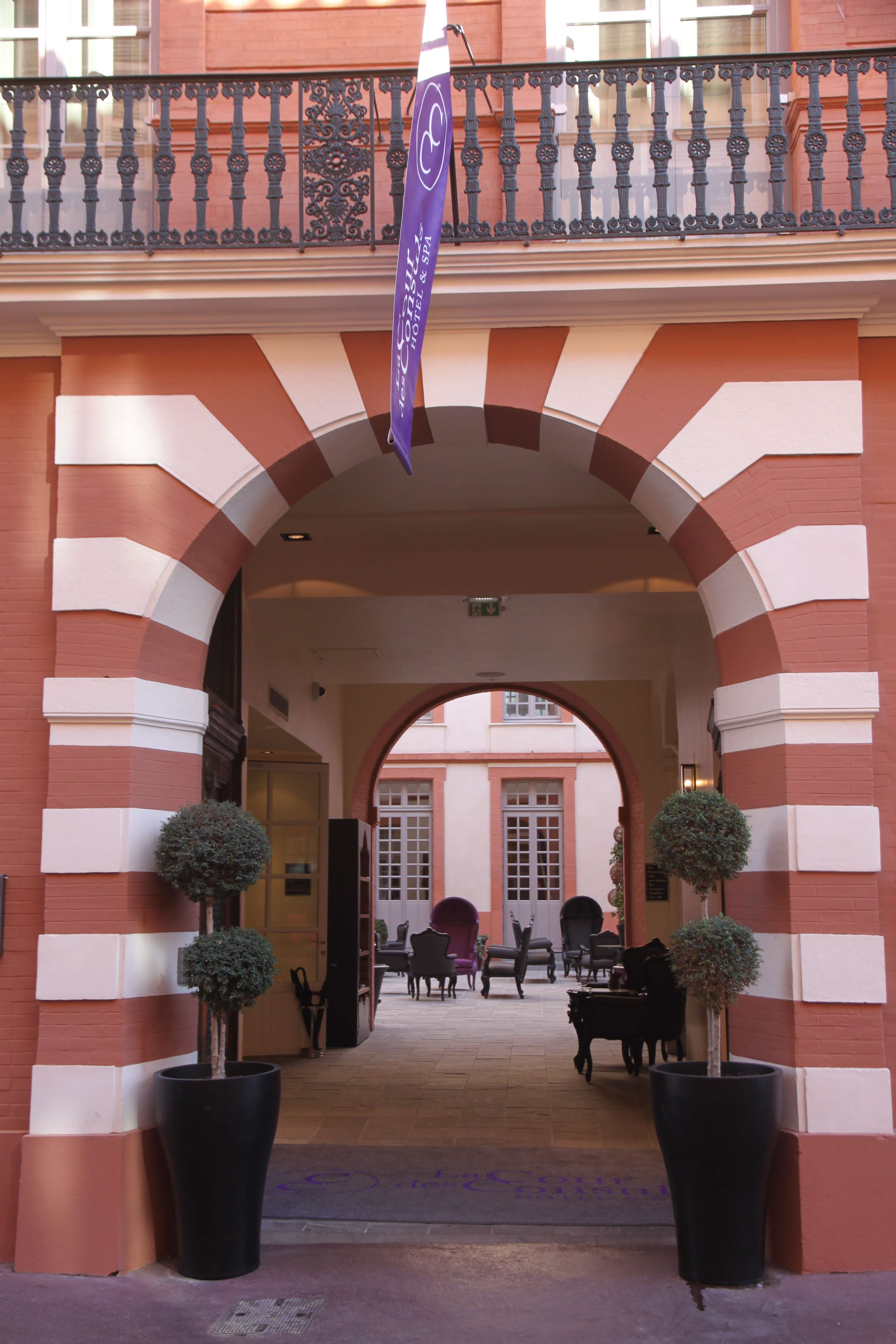
Portail de l'hôtel Dassier.
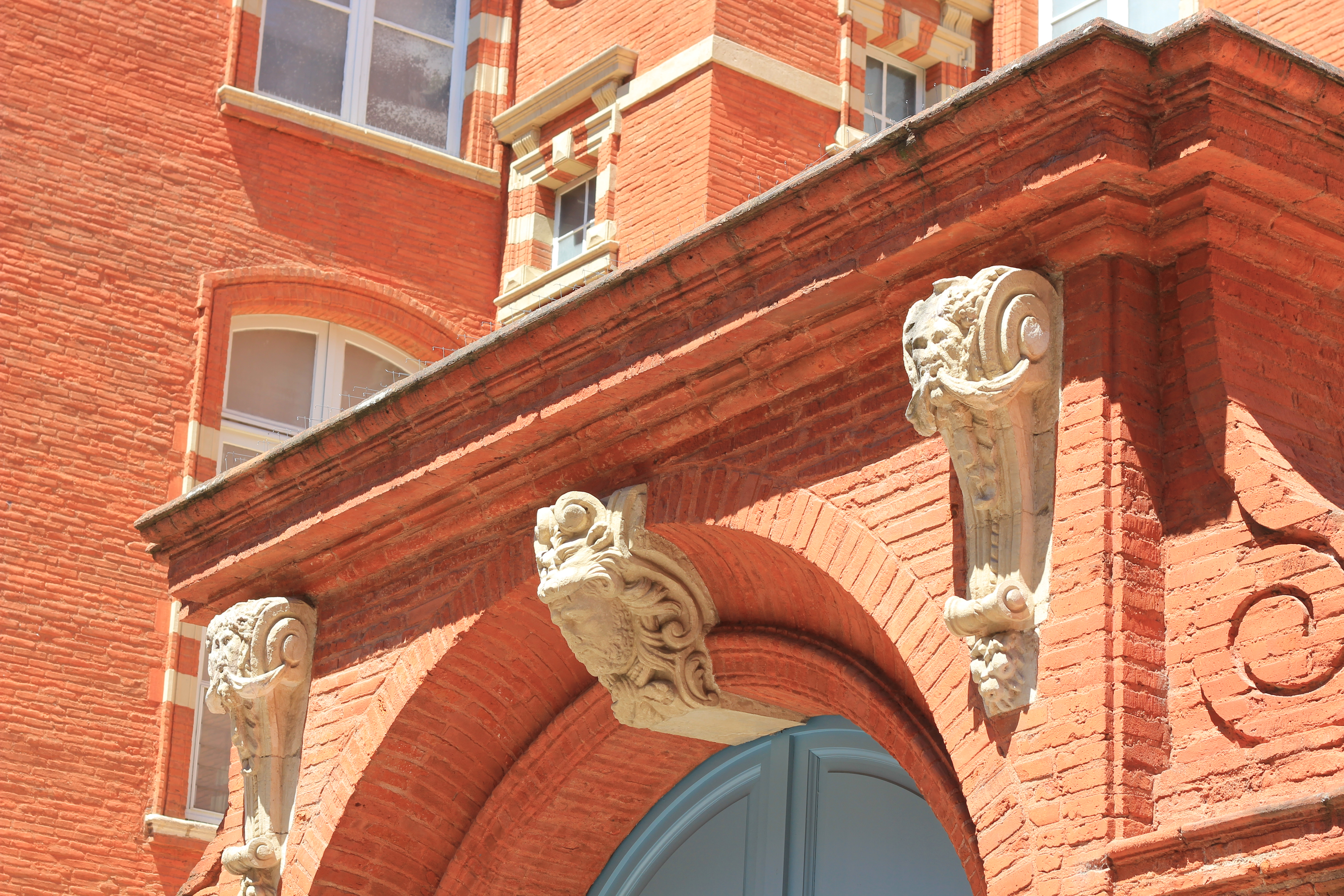
Portail de l'hôtel de Caulet.
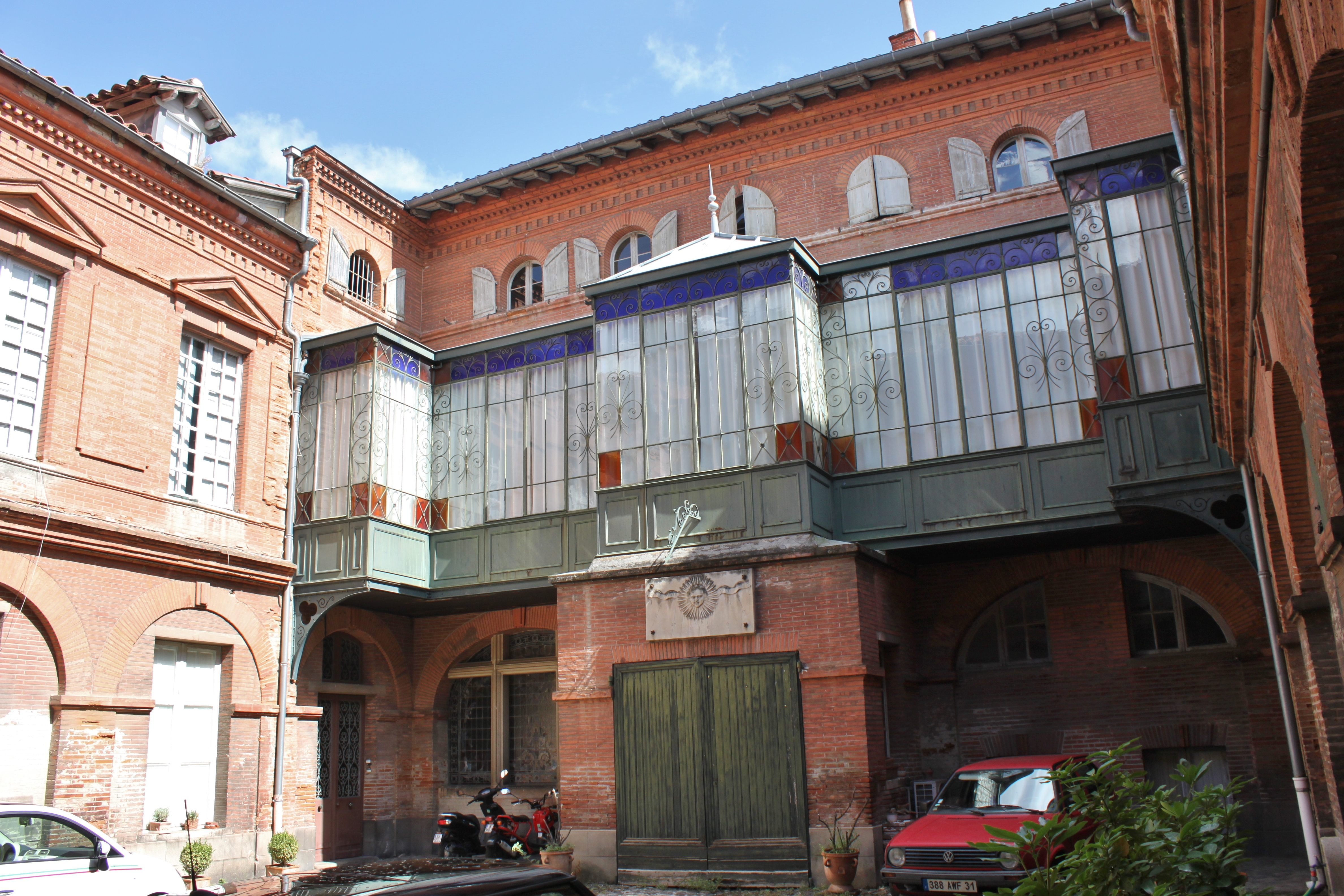
Hôtel de Jossé-Lauvreins.
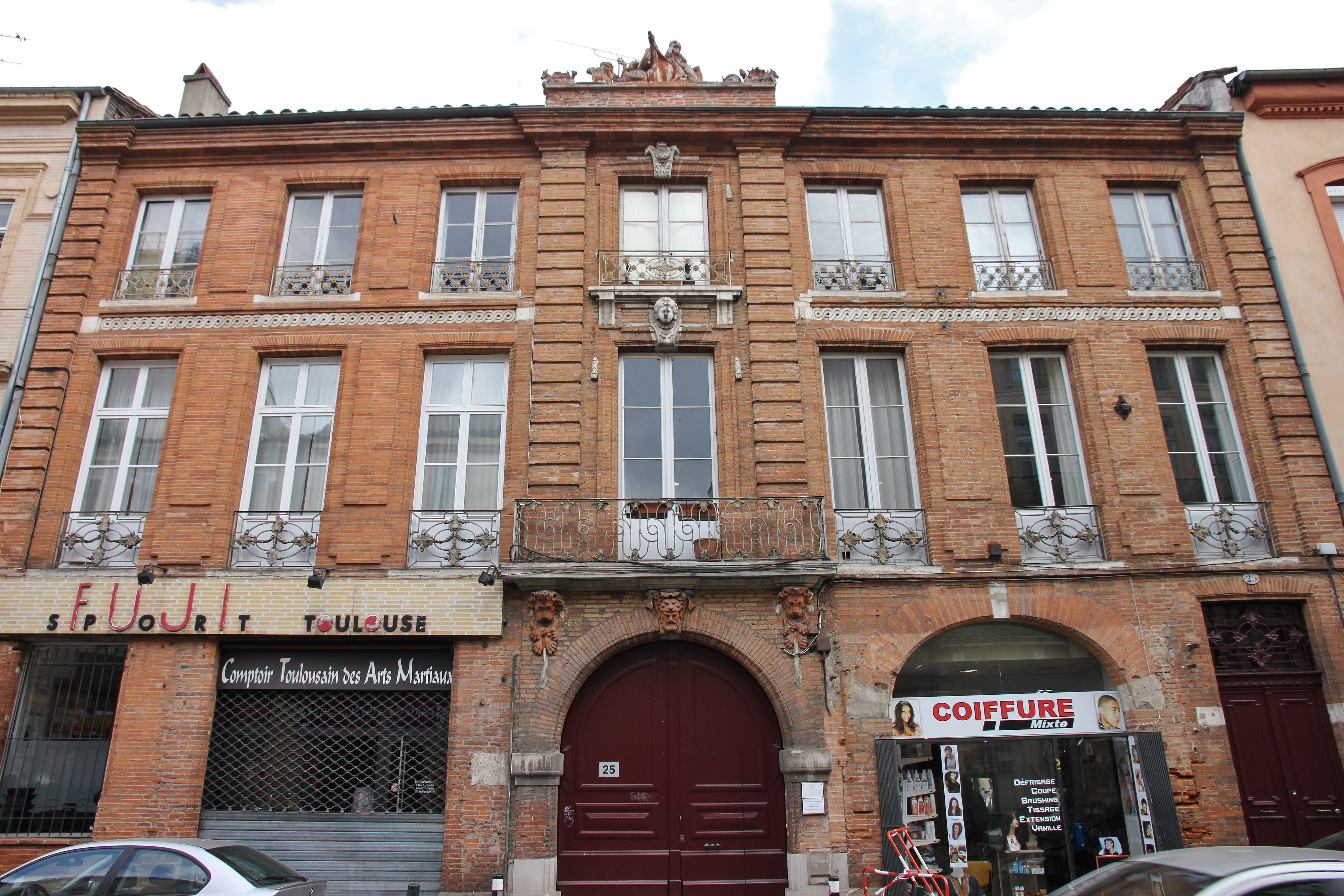
Hôtel du 25 rue de la République.
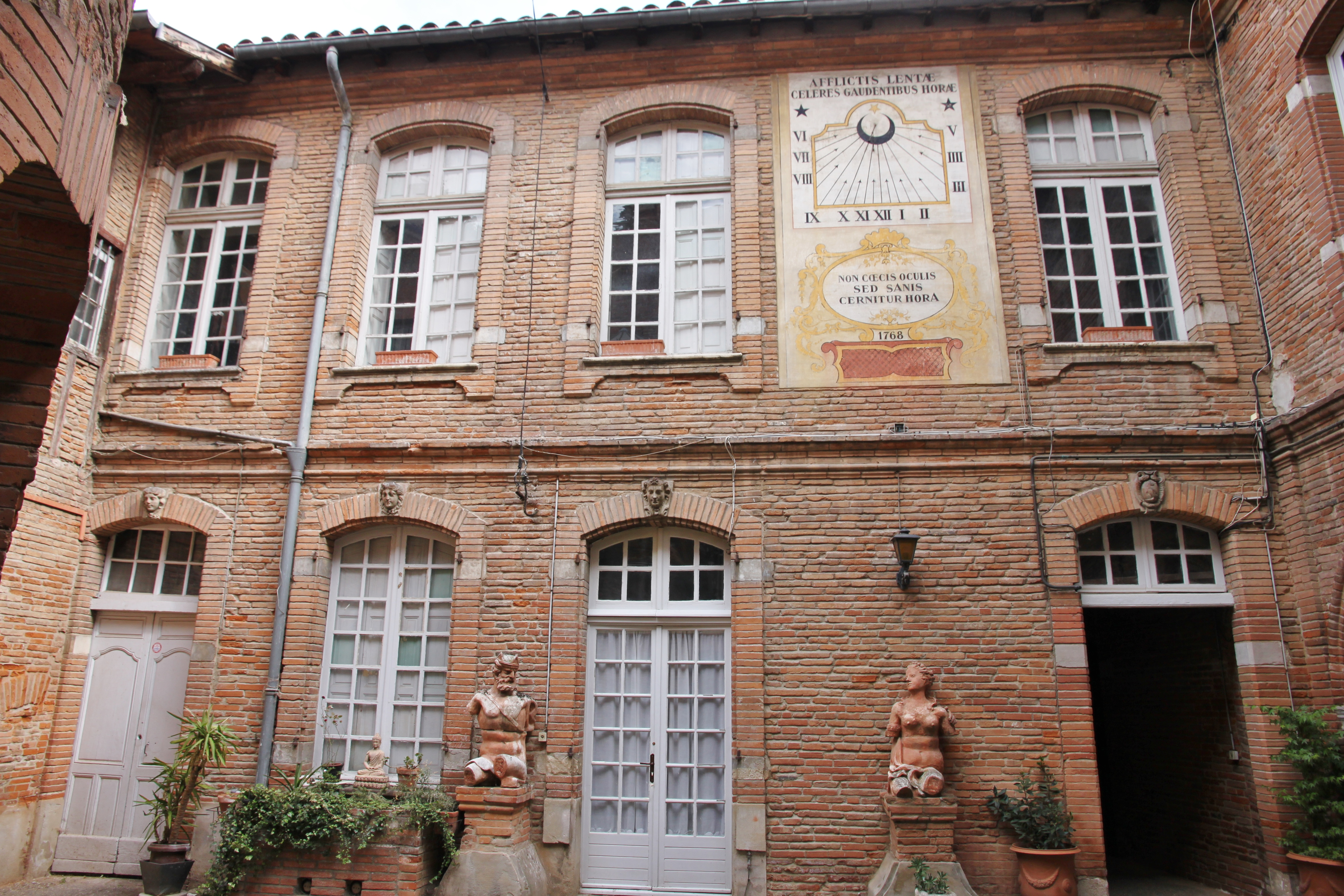
Hôtel du 25 rue de la République (cour).
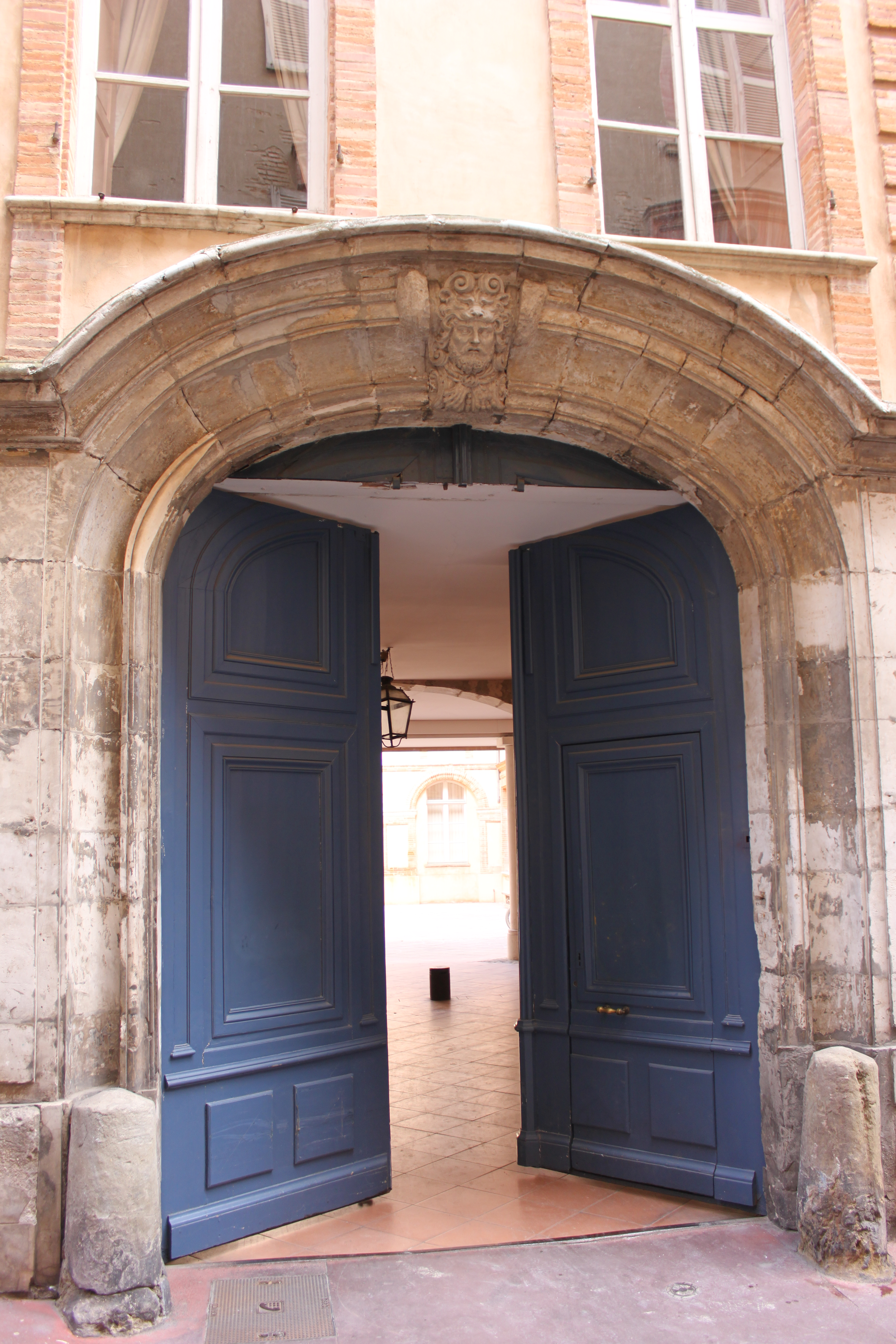
Hôtel Fajole, portail.
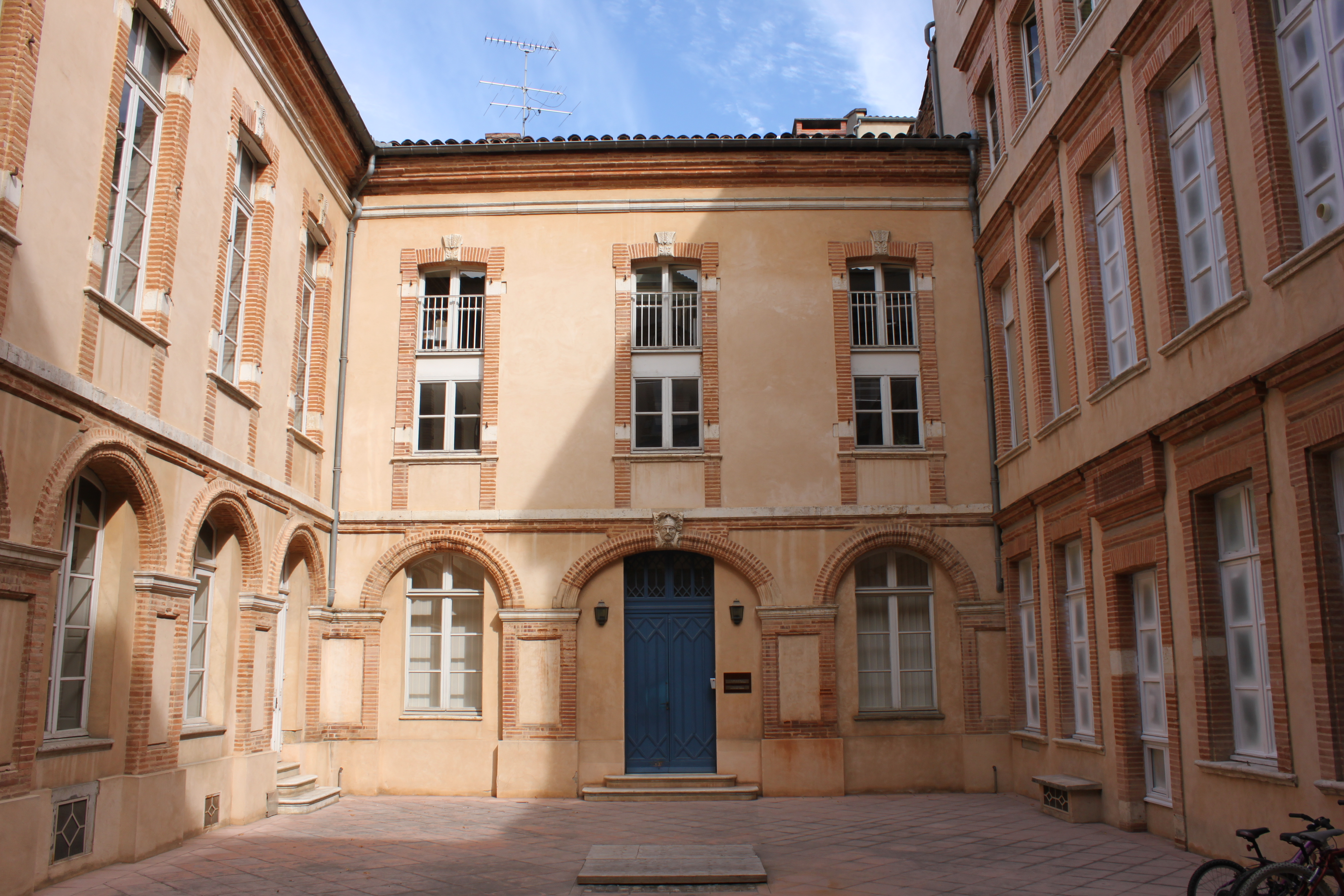
Hôtel Fajole, cour.
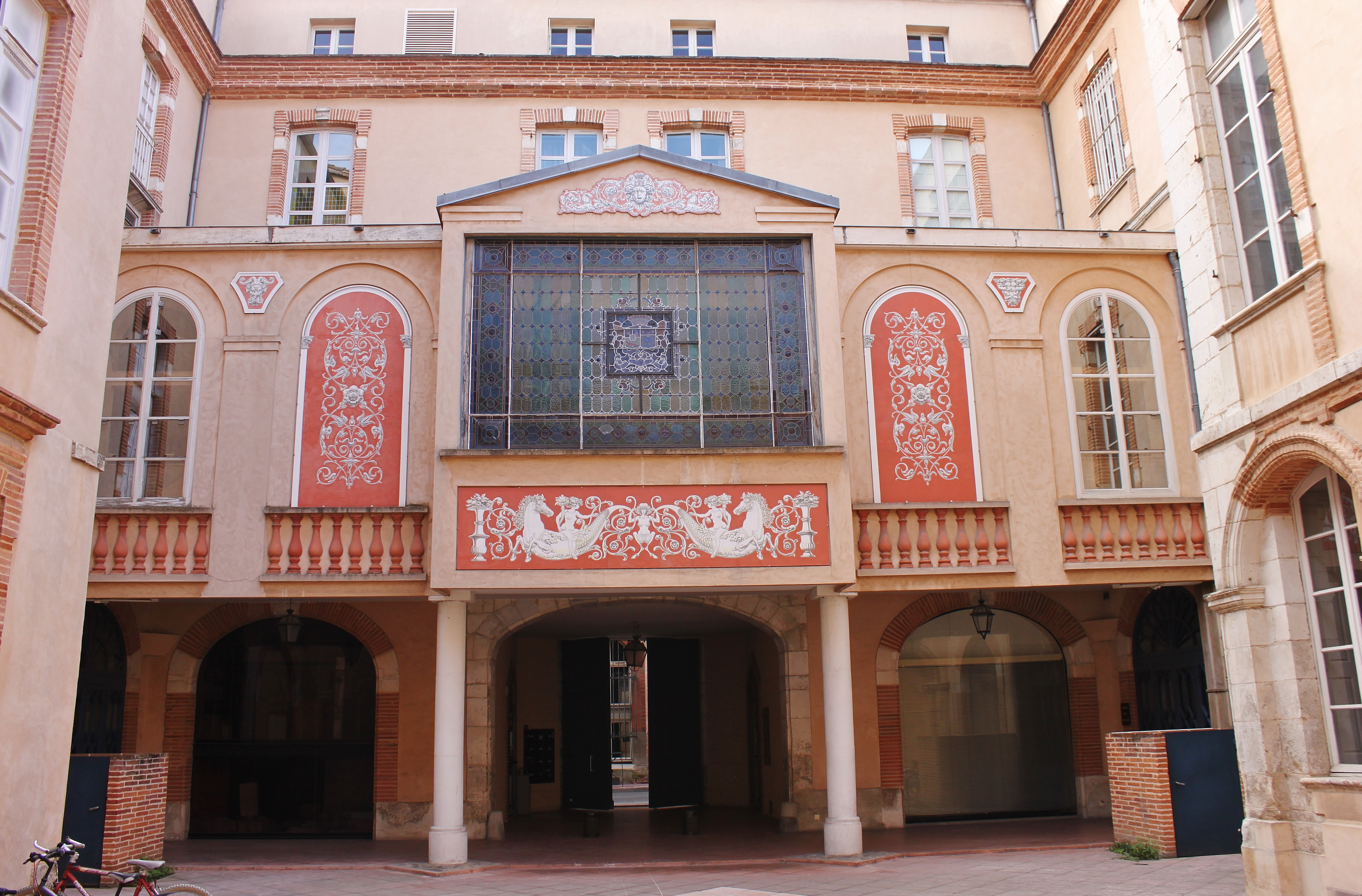
Hôtel Fajole, cour.
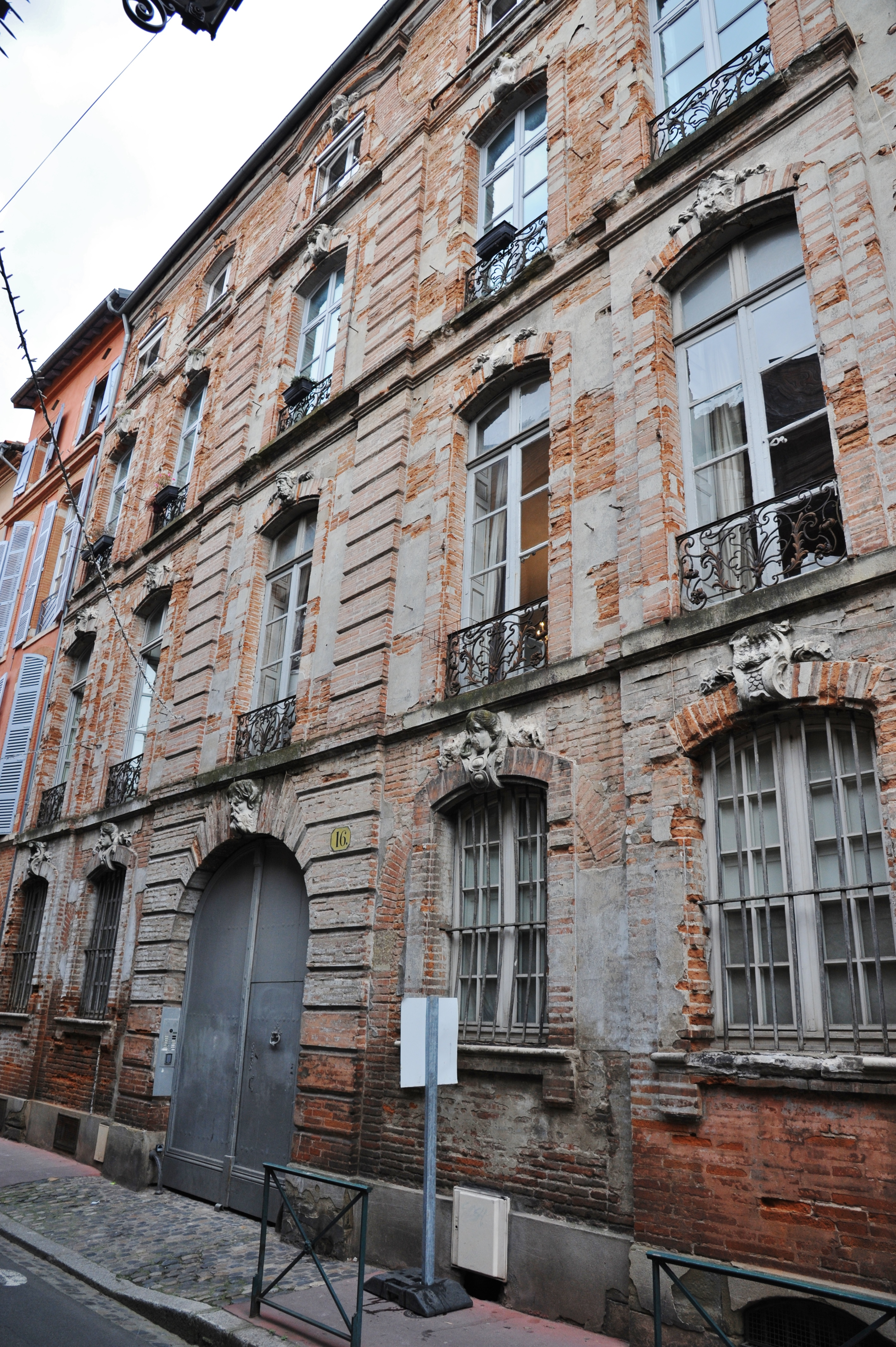
Hôtel Bernard.
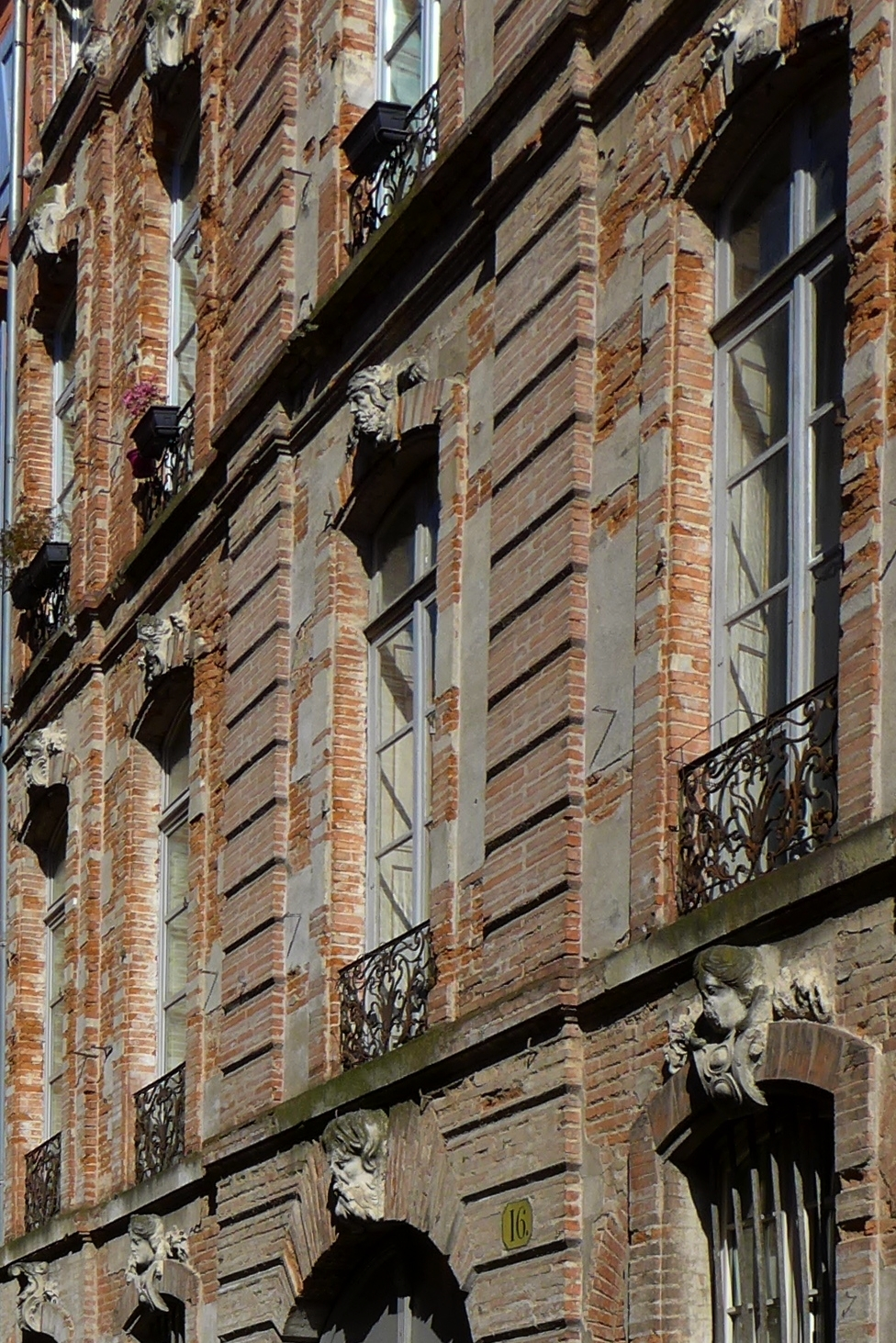
Hôtel Bernard : fenêtres et mascarons.
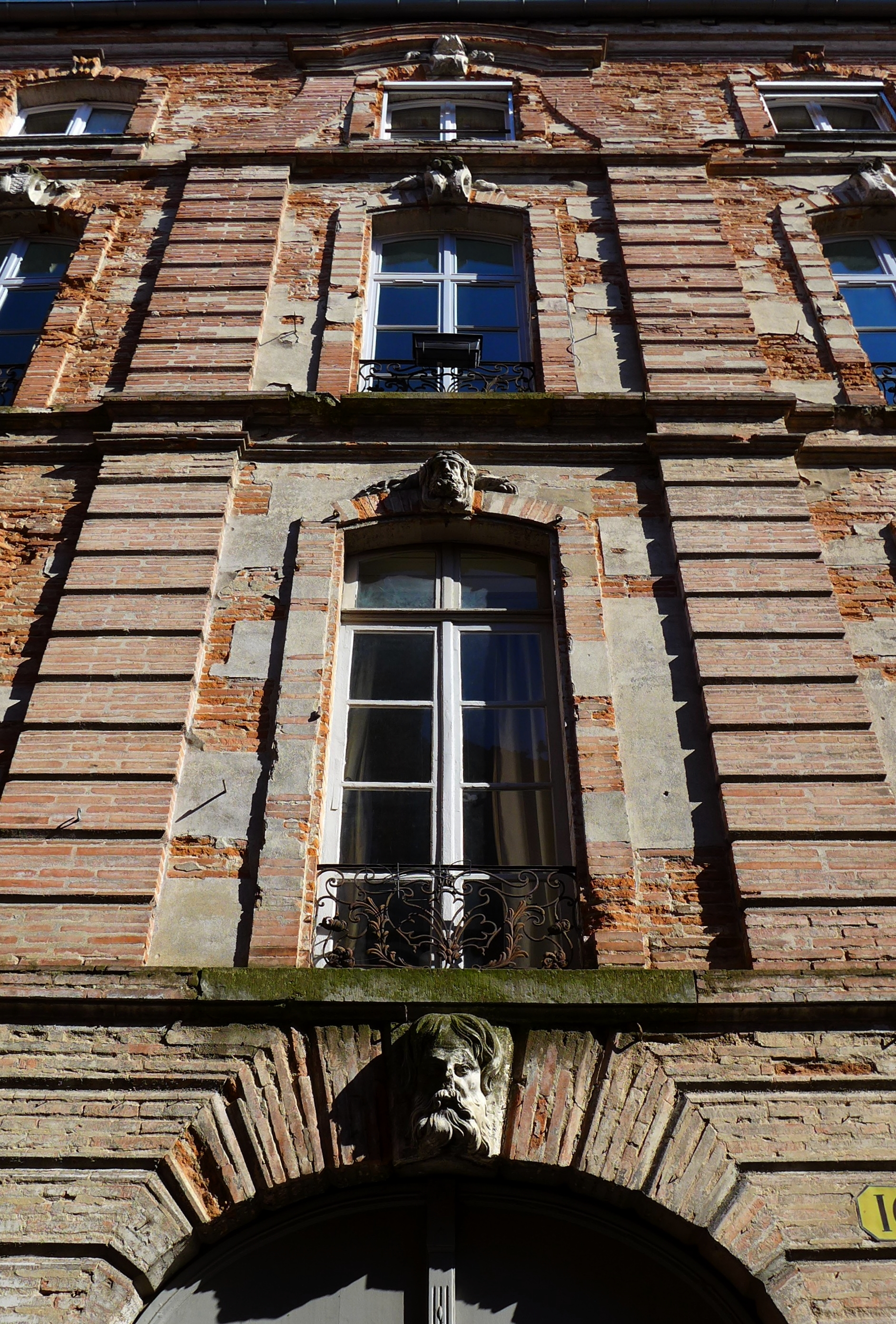
Hôtel Bernard : travée centrale.
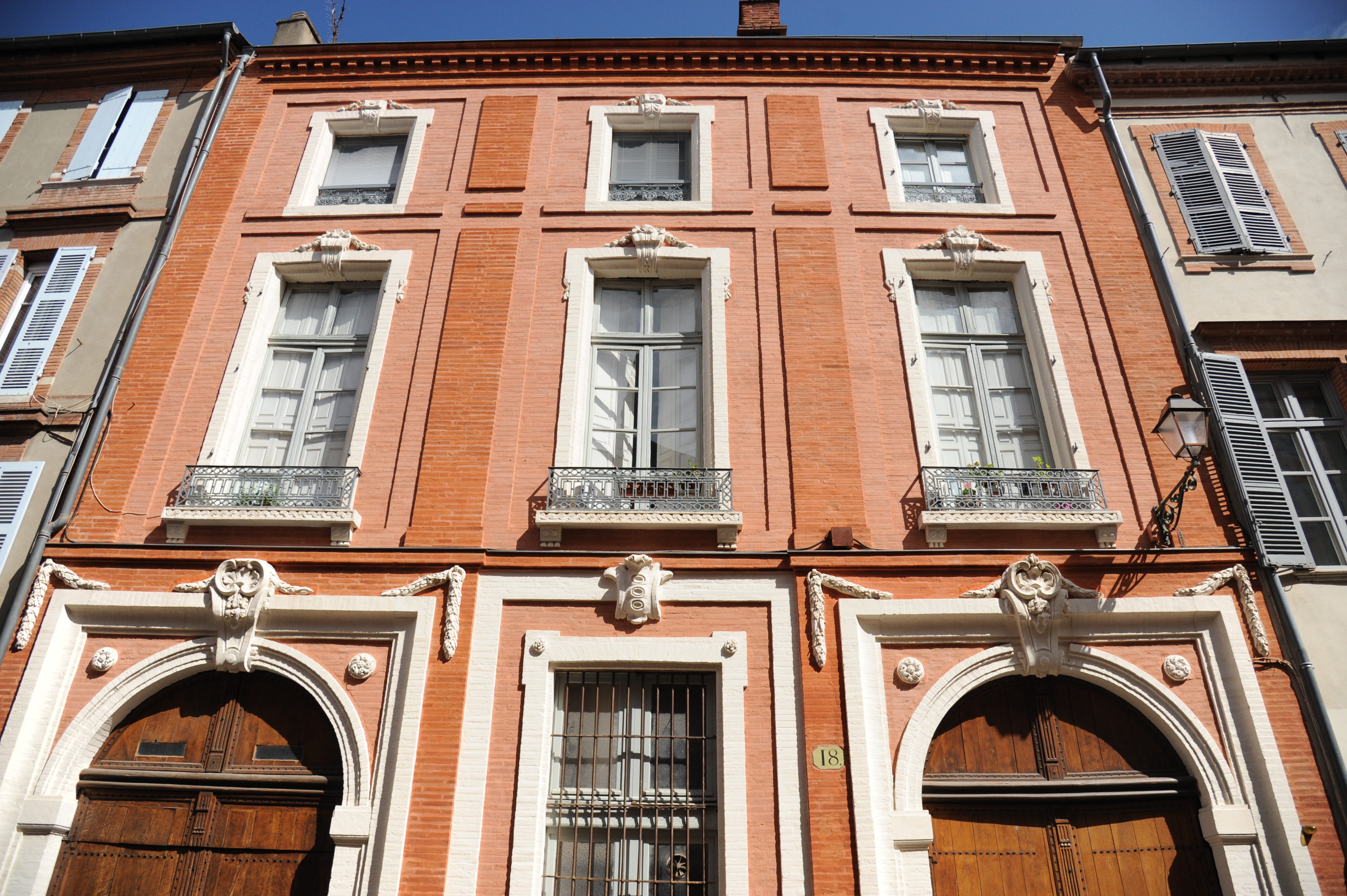
Hôtel de Montbel.
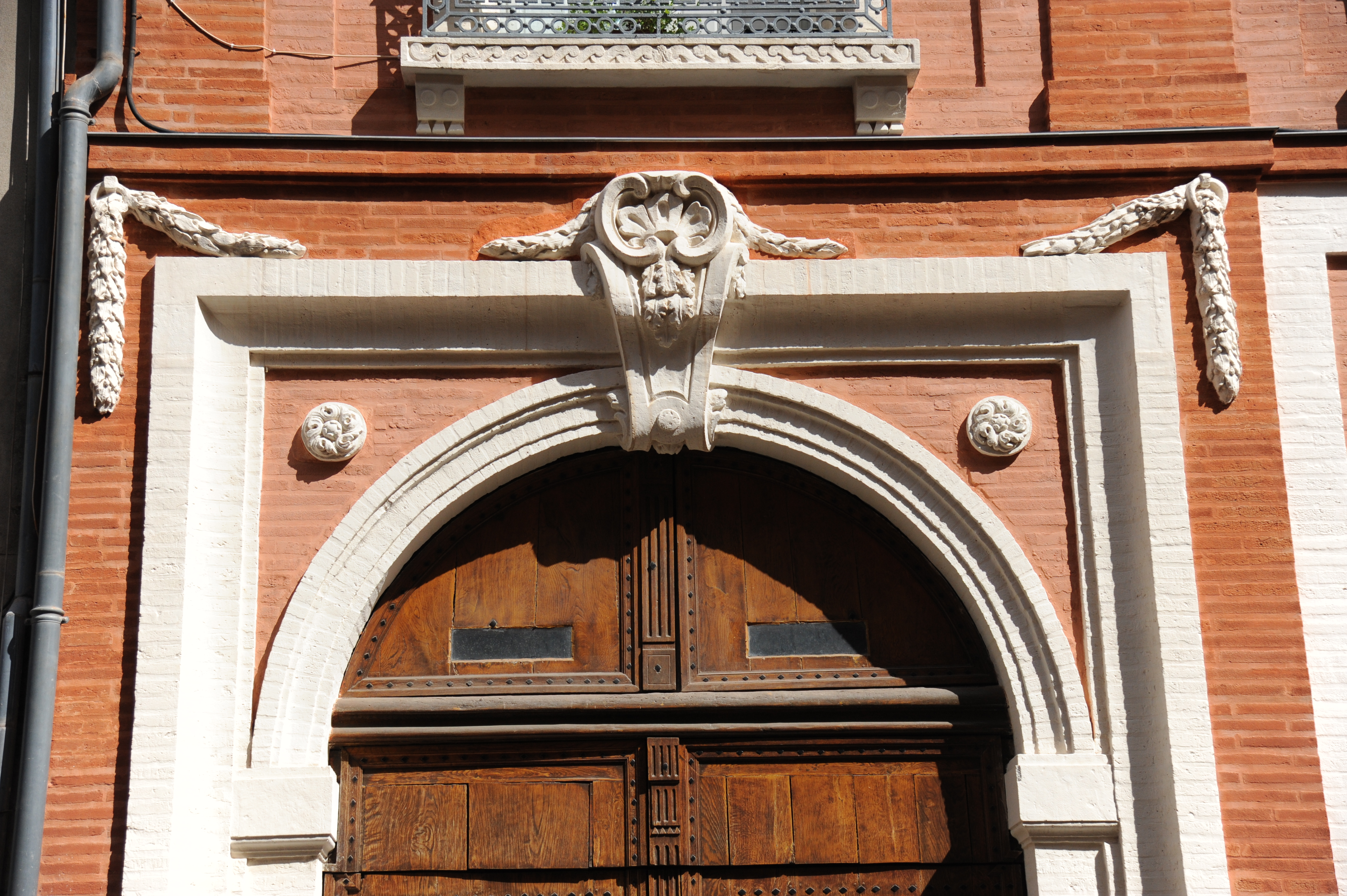
Hôtel de Montbel, détail.
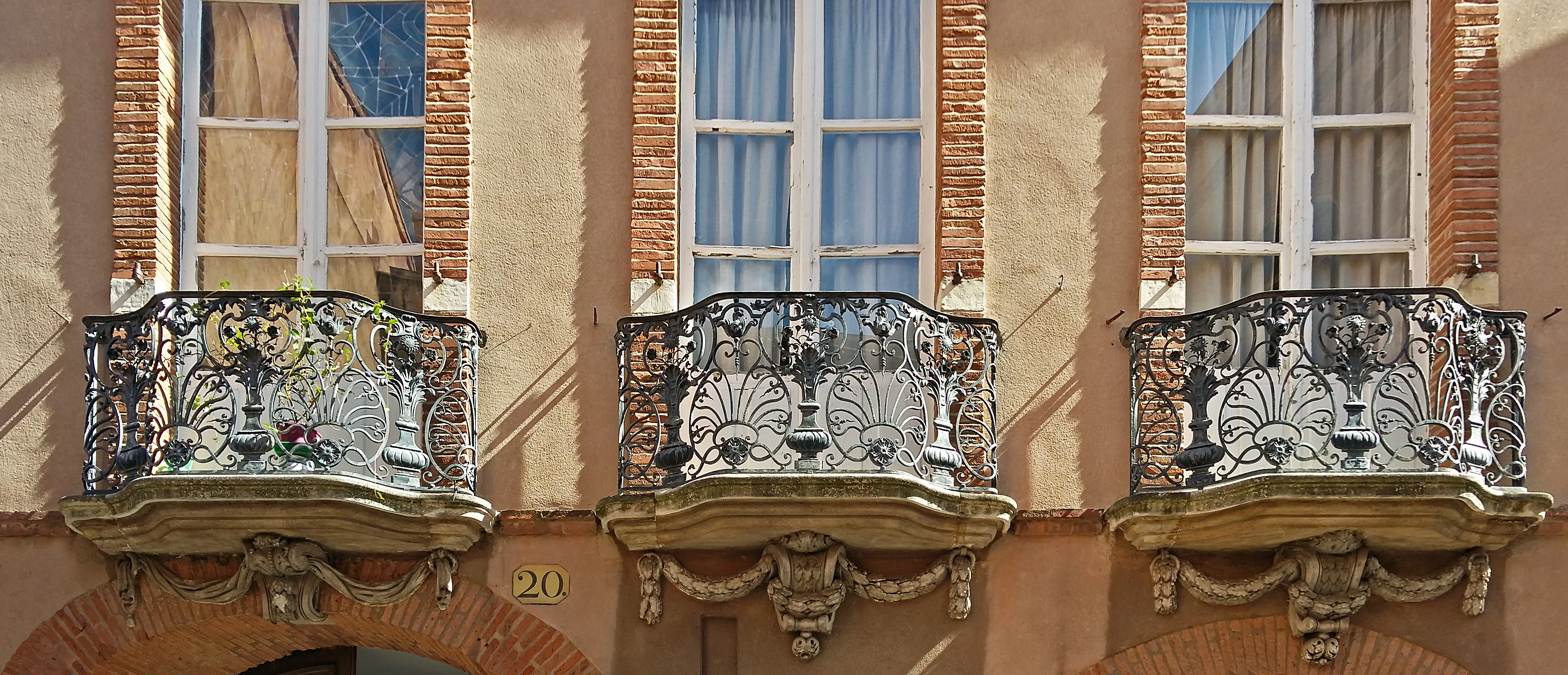
Ferronneries de l'hôtel Davasse avec représentation des trois fleurs des Jeux Floraux : la violette, l'églantine et le souci.
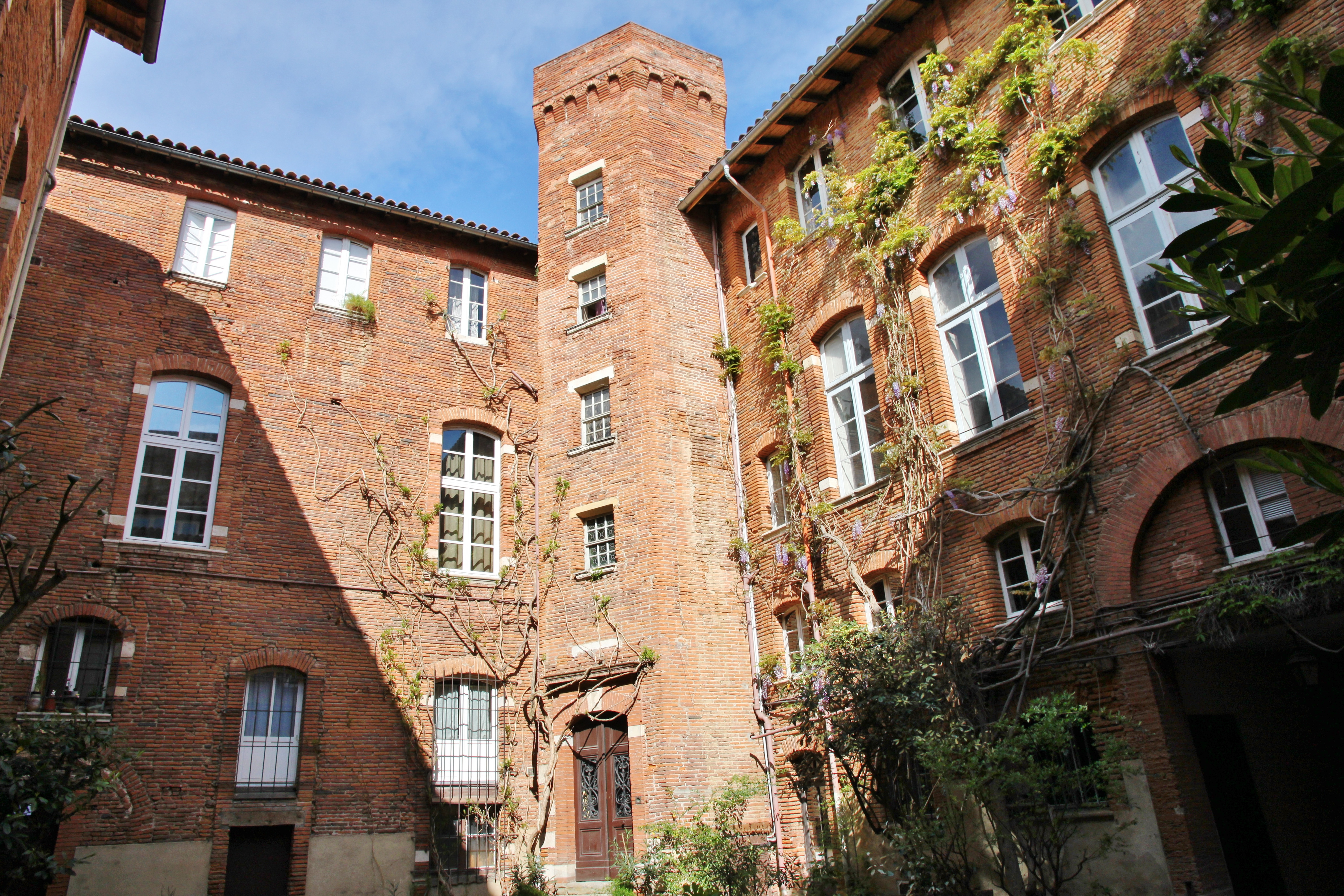
Hôtel Bertrand de Rességuier (cour). Tour du XVIe siècle, très remaniée.
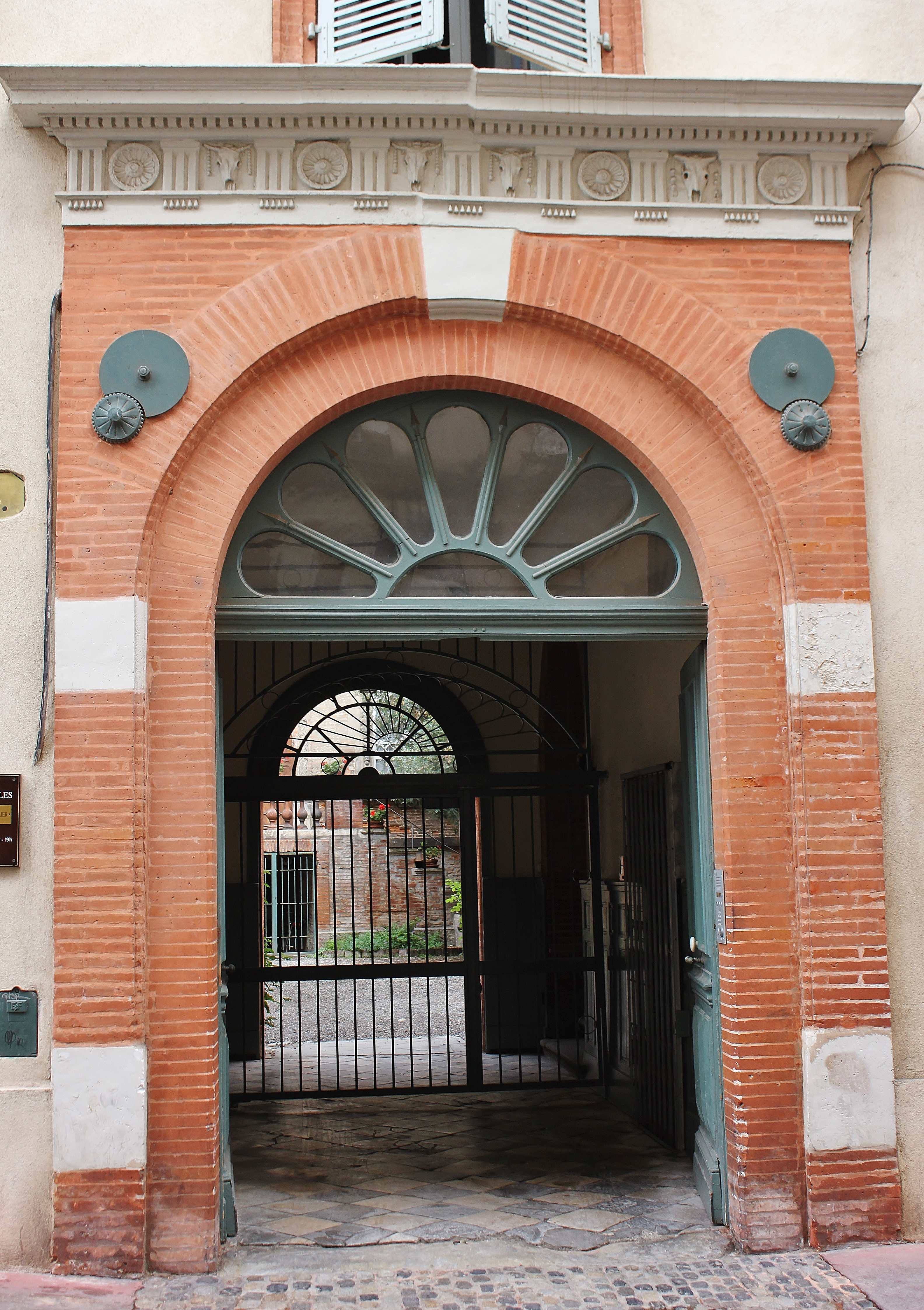
Portail de l'hôtel Sevin-Mansencal.
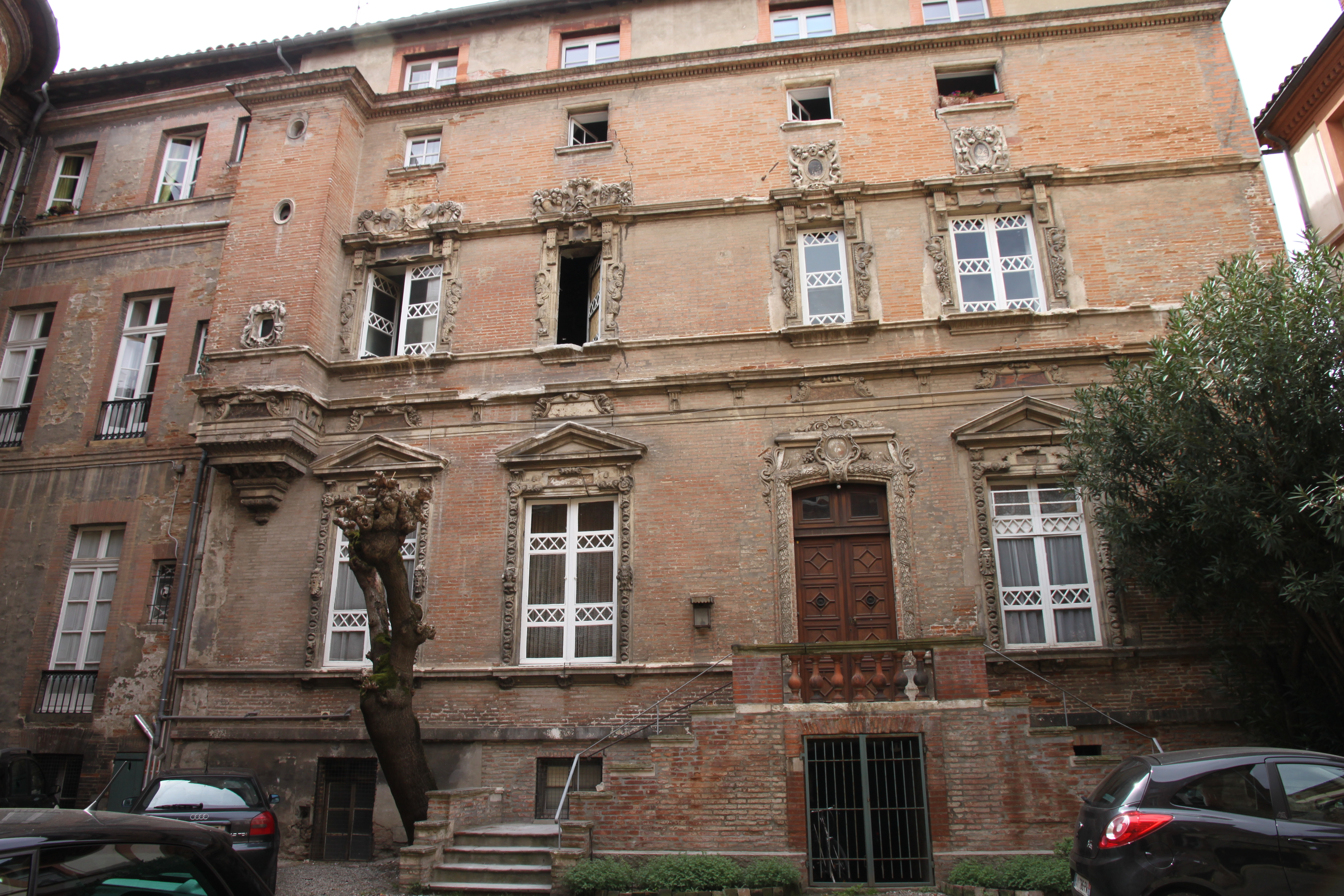
Hôtel Sevin-Mansencal, décor imitation Renaissance probablement du XVIIIe siècle.
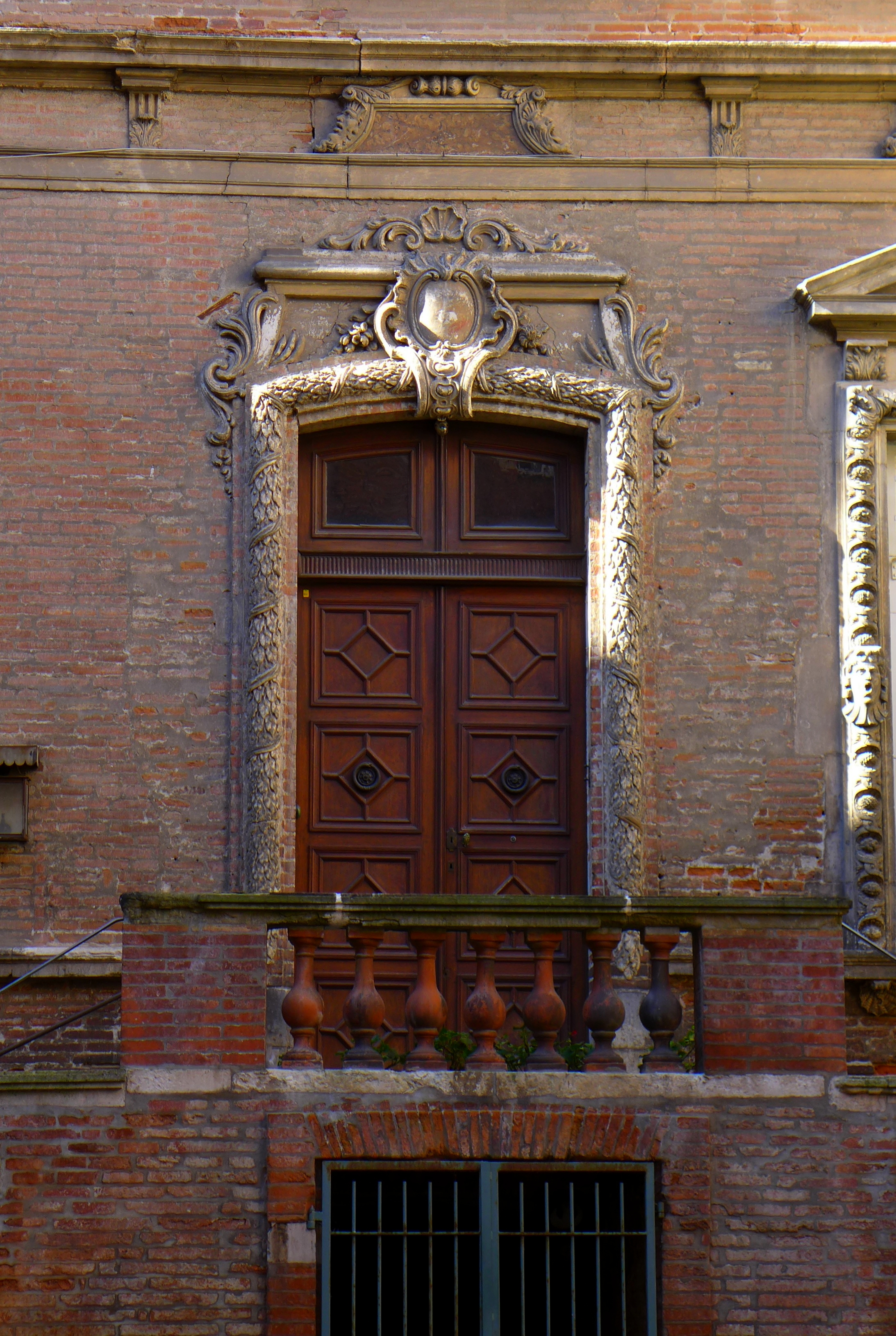
Hôtel Sevin-Mansencal, porte dans la cour.
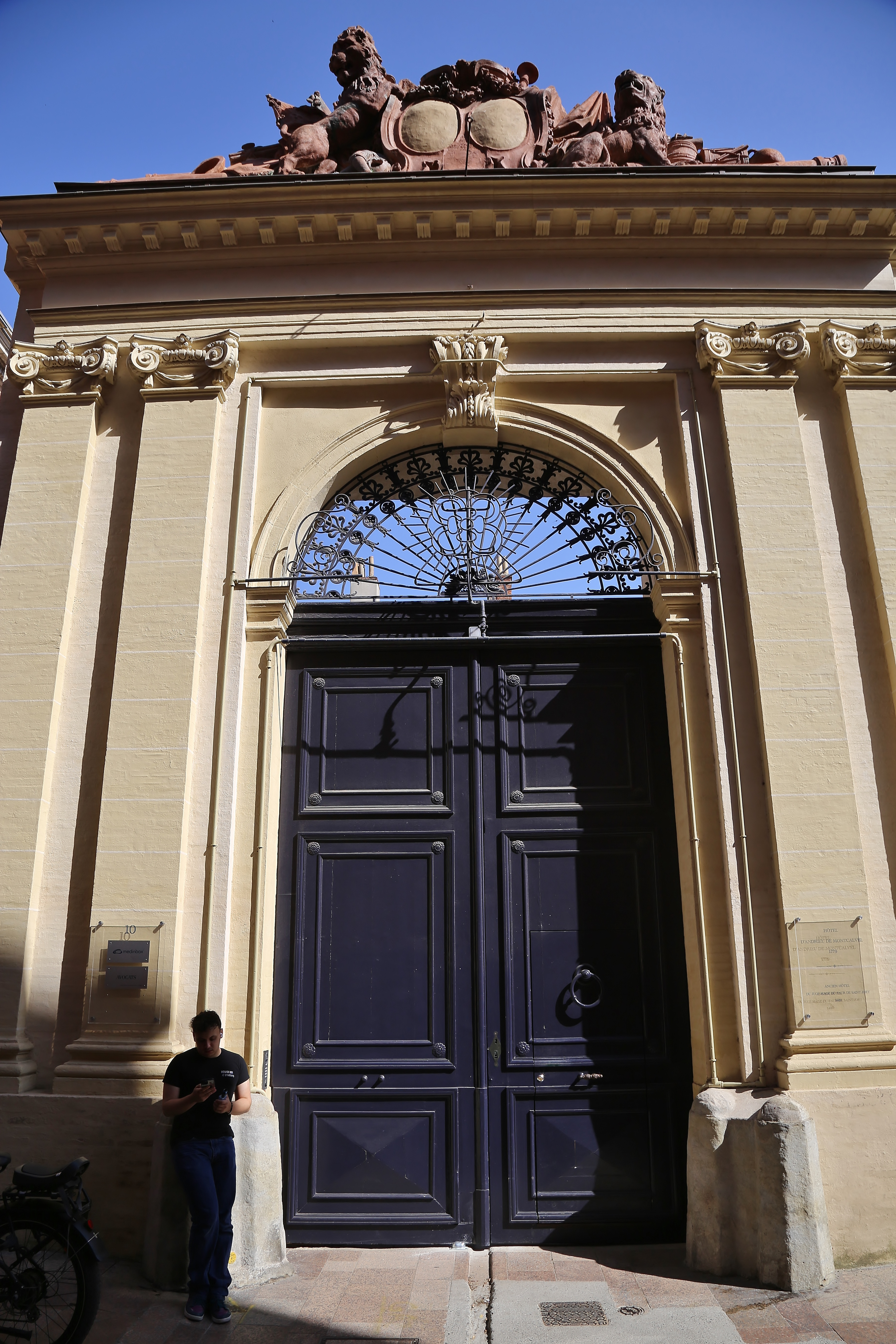
Portail de l'hôtel de Castellane.
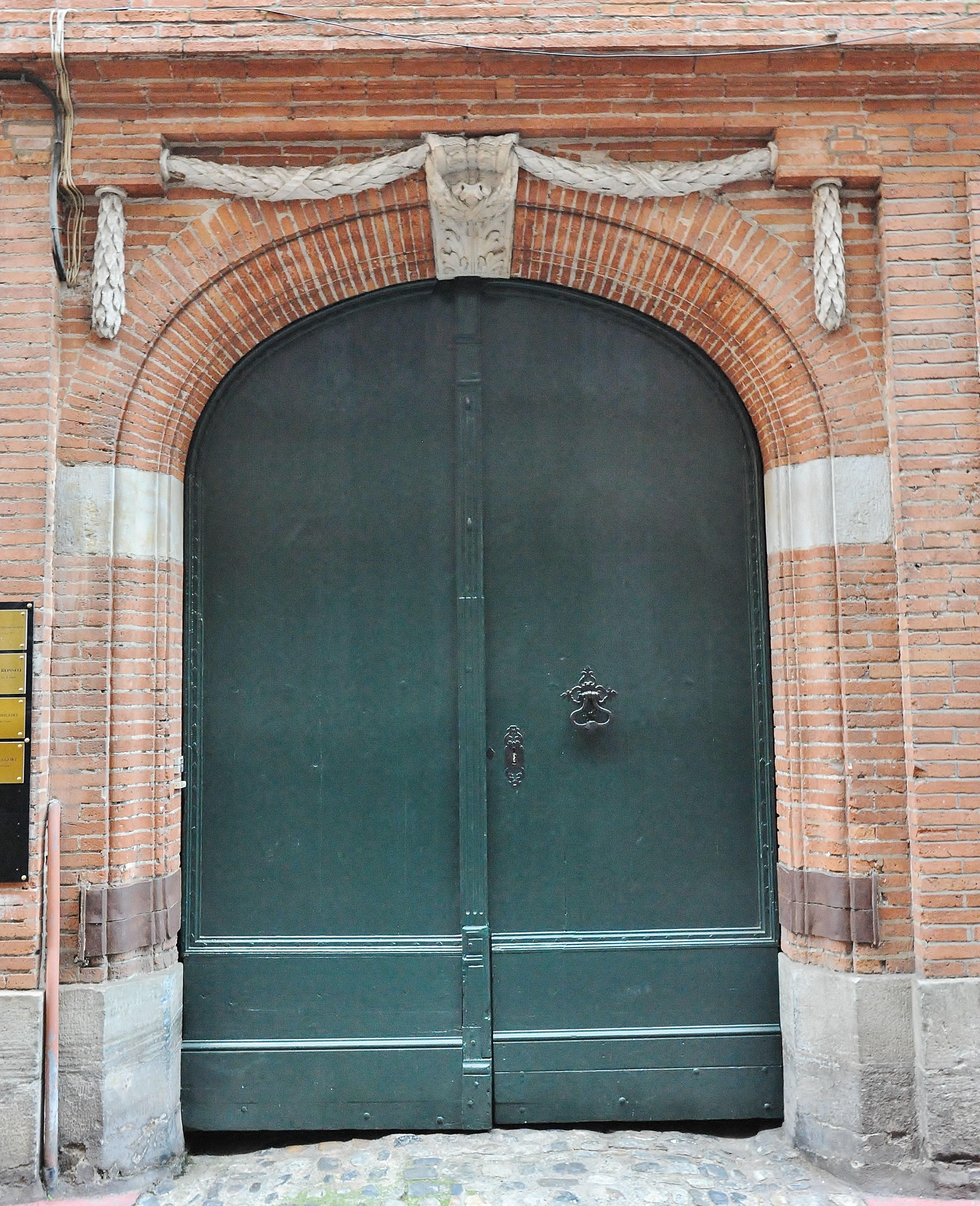
Portail de l'hôtel de Clergues.

## LeXIXesiècleet le début duXXesiècle
Au XIXe siècle la quasi stagnation économique de Toulouse, qui manque la révolution industrielle, et la suppression du Parlement (à la Révolution) ne favorisent pas la constitution de nouvelles grandes fortunes susceptibles de se faire bâtir un hôtel particulier. La bourgeoisie de commerce ou d'affaires manque de puissance et préfère s'installer dans les vastes immeubles qui s'alignent le long des nouvelles voies. Ces immeubles naissent d'une synthèse entre la maison partagée qui les a précédés (avec des logements possédant très peu de pièces) et l'hôtel aristocratique. Le modèle de ce dernier, s'il reste prestigieux, est donc en voie de disparition. 
Malgré ce manque de moyens, ou peut-être grâce à lui, des solutions ingénieuses et économiques vont émerger à partir des années 1830 et satisfaire l'appétit des Toulousains pour le paraître. Le progrès technique, en révolutionnant l'usage du matériau traditionnel de la ville qu'est la terre cuite, va éloigner Toulouse du modèle national néoclassique théâtral et sévère de Percier et Fontaine et, par la multiplication de façades ornées, lui donner une physionomie unique. Après une visite en 1841, le baron de Guilhermy écrivait trois années plus tard dans les Annales archéologiques : « Aussi, tandis que Paris emploie trop souvent encore aux façades de ses maisons le plâtre, qui bientôt se détache, et le carton-pierre qui moisit à l'humidité, les nouvelles rues de Toulouse se garnissent de constructions richement décorées en une matière qui défie la pluie, la chaleur et la gelée [...] Des quartiers entiers de Toulouse sont ornés aujourd'hui de colonnes, de cariatides, d'arabesques, de médaillons et de statues exécutées dans ces mêmes conditions ».
Cette remarquable manifestation du genius loci est initiée dans les années 1820 par l'application effective d'un règlement municipal frappant d'alignement une bonne partie des rues du centre-ville, à des fins d'élargissement, qui entraîne la démolition des façades sur rue d'au moins un côté des voies concernées. Le règlement stipule que les propriétaires peuvent éviter l'expropriation s'ils s'engagent à faire rebâtir leur façade dans les six mois. Ces mesures favorisent le développement de manufactures de produits en terre cuite, dont la plus emblématique et novatrice est celle des frères Virebent, capables de fournir en quantité, rapidement et à moindre prix non seulement des briques de diverses formes mais également une profusion de décors en terre cuite produits en série. Le luxe d'ornement permet ainsi à toute une nouvelle bourgeoisie parvenue d'afficher sa puissance, sa richesse nouvelle avec plus d'éclat que ses moyens ne le lui permettent réellement, puisque ces décors ne sont que des moulages économiques, industriels. La variété des références stylistiques, au sein desquelles le néo-Renaissance domine, participe à la naissance de l'éclectisme.
Quelques décennies plus tard, à partir de 1864, une trame nouvelle composée de deux axes perpendiculaires vient tailler dans le tissu urbain ancien. La première de ces deux percées, la rue d'Alsace-Lorraine, voit s'élever de grands immeubles dans un style haussmannien assez strict dans un premier temps (au sud du square Charles-de-Gaulle), puis plus permissif et même très orné dans un second temps (au nord). Ces immeubles en brique jaune ou claire, pour imiter le ton de la pierre, sont généralement faits pour accueillir de luxueux appartements ou des sièges de grandes sociétés et ont peu à voir avec le modèle de l'hôtel particulier traditionnel, ils empruntent pourtant parfois le titre d'« hôtel » pour des raisons de prestige. La deuxième percée, la rue de Metz, est partiellement plus tardive et plus éclectique dans le choix de ses références architecturales. L'arrivée du chemin de fer à Toulouse permet désormais l'approvisionnement massif et bon marché de la ville en pierre de taille, et certains commanditaires n'hésitent pas à jouer sur les vieux codes traditionnels liés au prestige de la construction en pierre, même si ceux-ci n'ont plus la justification économique d'antan.

### Les derniers hôtels particuliers

#### L'hôtel Dassier
46 rue des Couteliers. Classé MH (pour la rampe d'escalier du XVIIIe siècle).
L'hôtel Dassier est construit après 1700 pour le conseiller clerc au parlement Jean-François de Tournier, comte de Vaillac. Il ne reste cependant que quelques éléments du XVIIIe siècle, dont le plus fameux est la rampe en fer forgé de Joseph Bosc (1778), car l'hôtel a été complètement remanié par Pierre-Marie Dassier dans la période 1830-1860.
Les étages de la façade sur rue sont percés par des baies en plein cintre soutenues par des pilastres aux chapiteaux ioniques et corinthiens, alors qu'au deuxième étage des médaillons en terre cuite s'intercalent entre chaque fenêtre. Des bossages continus animent le nu de la maçonnerie des trois étages. Seul le portail et ses assises de brique et de pierre alternées est peut-être du XVIIIe siècle.

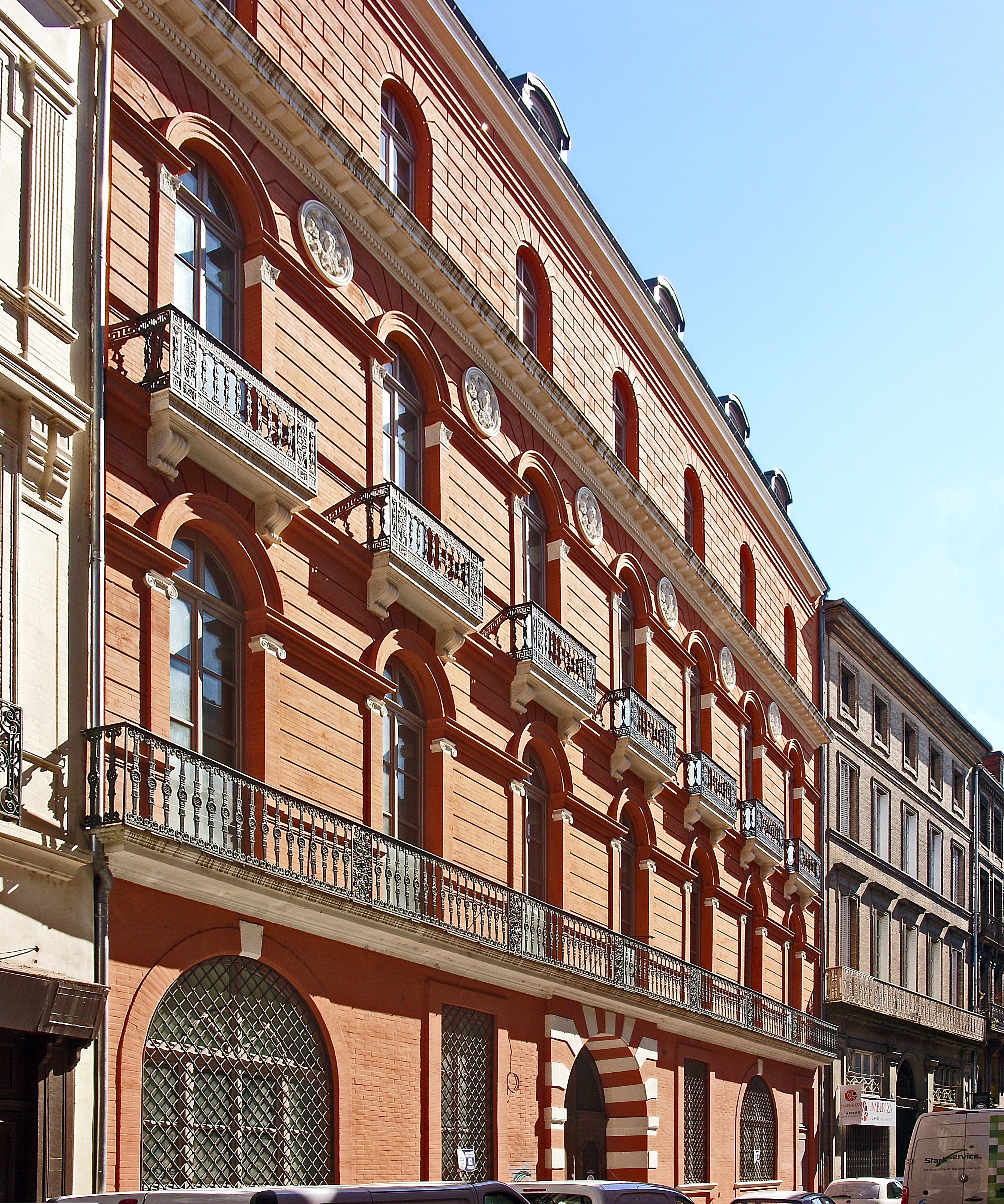
Hôtel Dassier.
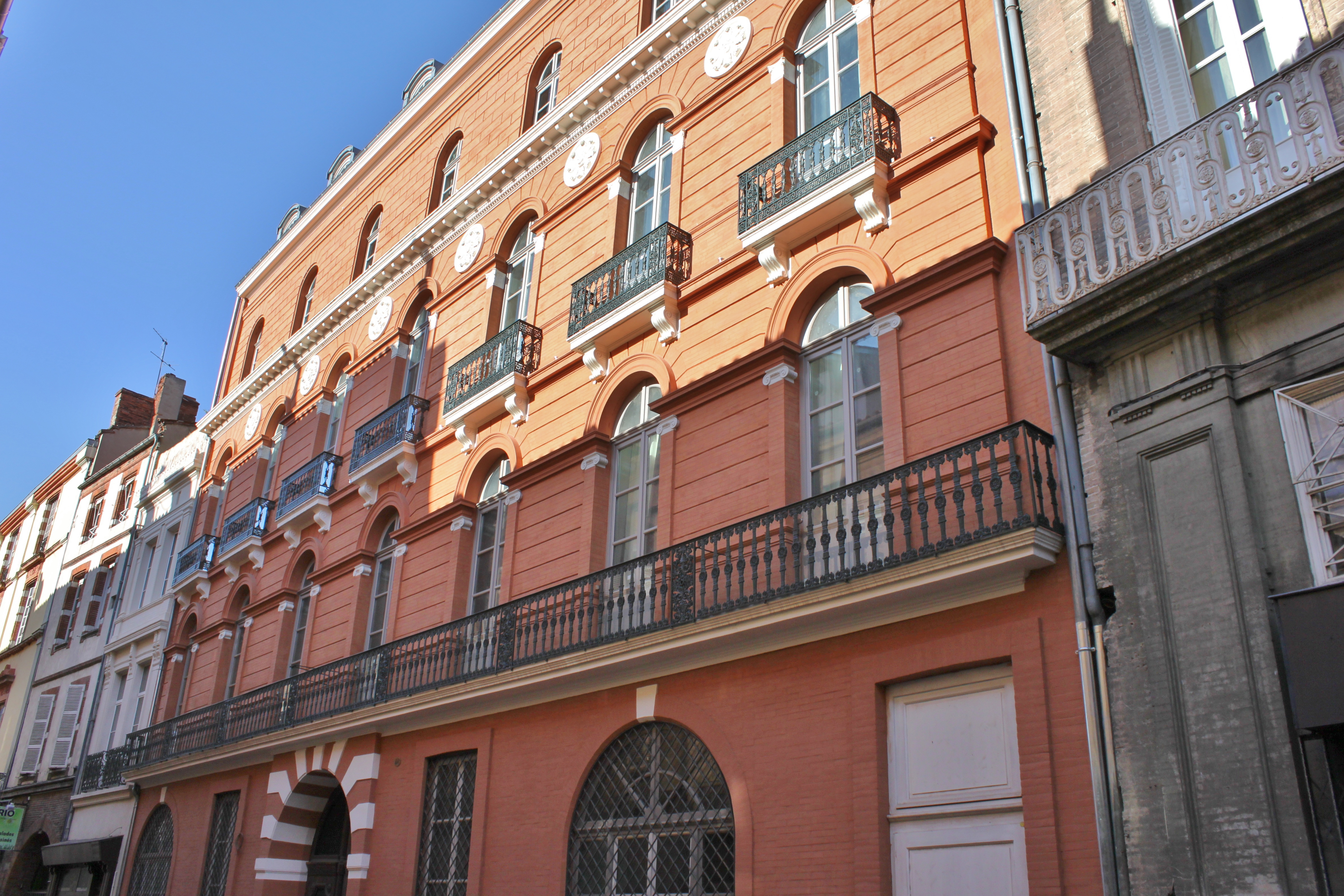
Hôtel Dassier.
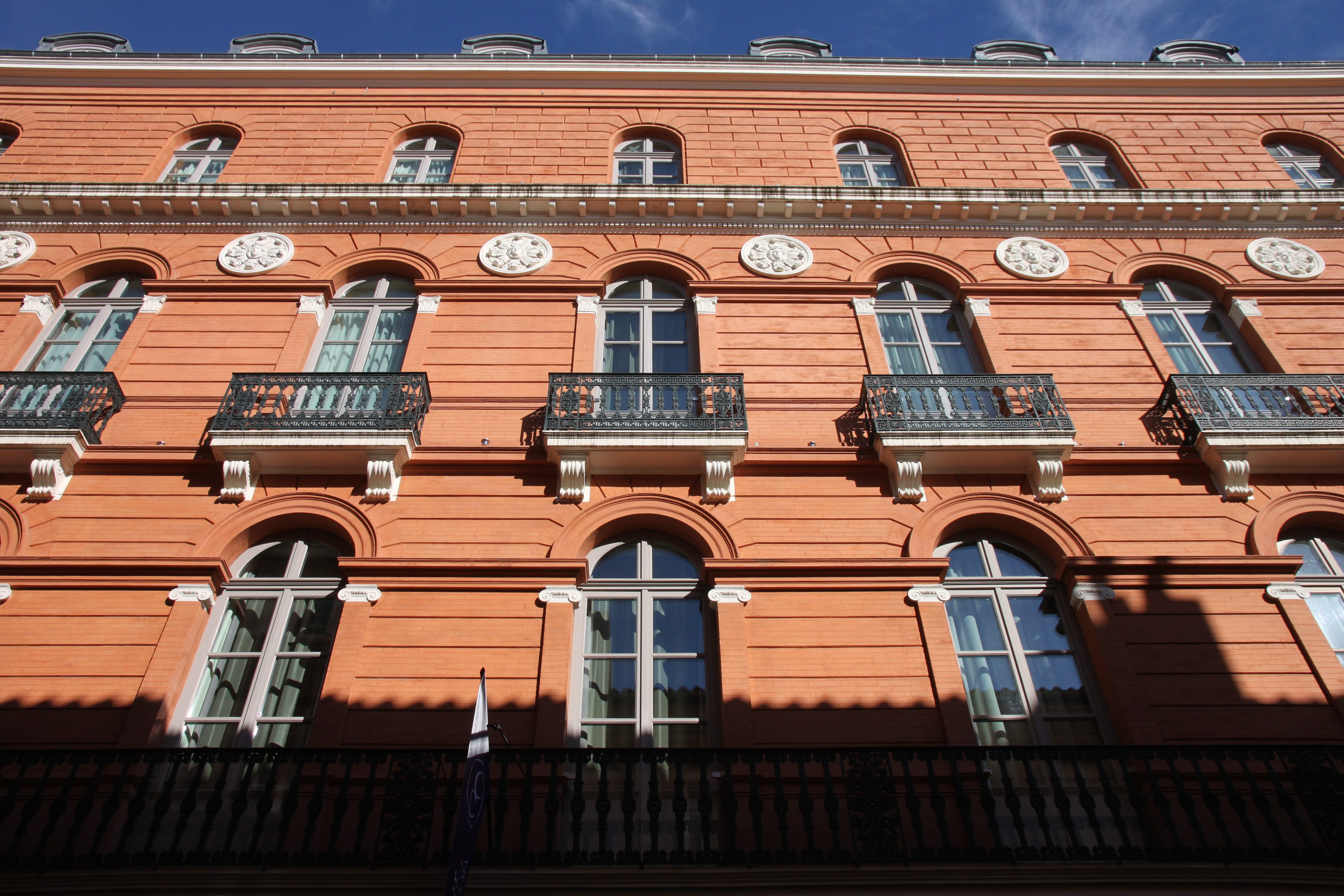
Hôtel Dassier.
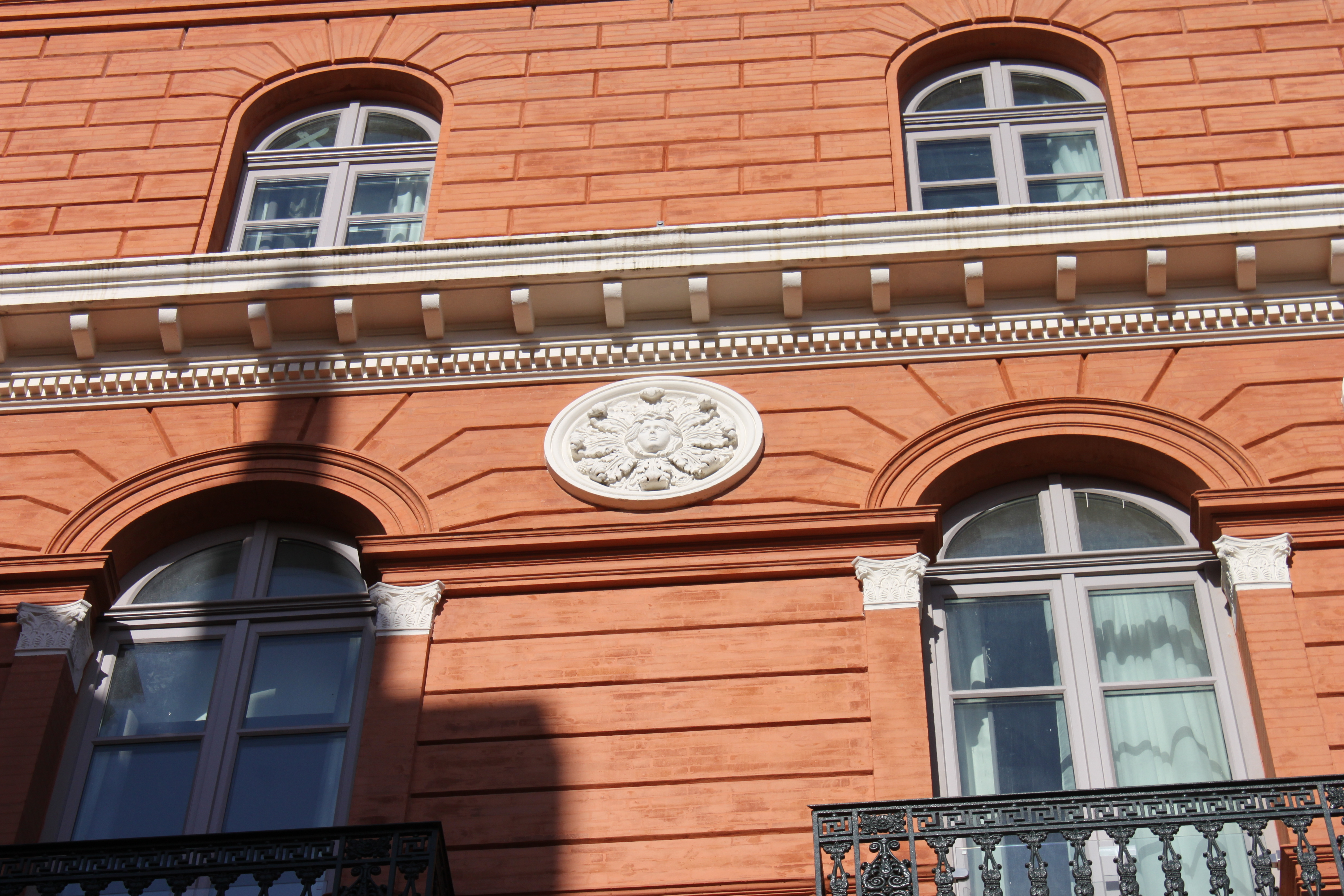
Dassier, détail.

#### L'hôtel Tornié-Barrassy
3 rue de la Madeleine. Classé MH (pour la cheminée du XVIe siècle et les croisées de l'aile gauche).
Il demeure dans la cour quelques croisées gothiques de l'hôtel du XVIe siècle dont il tient son nom, ainsi qu'une cheminée de la même époque. Du XVIIIe siècle date probablement le pavillon d'entrée en forme d'hémicycle ainsi qu'une belle rampe d'escalier. La façade en fond de cour a pour sa part été élevée entre 1830 et 1860.

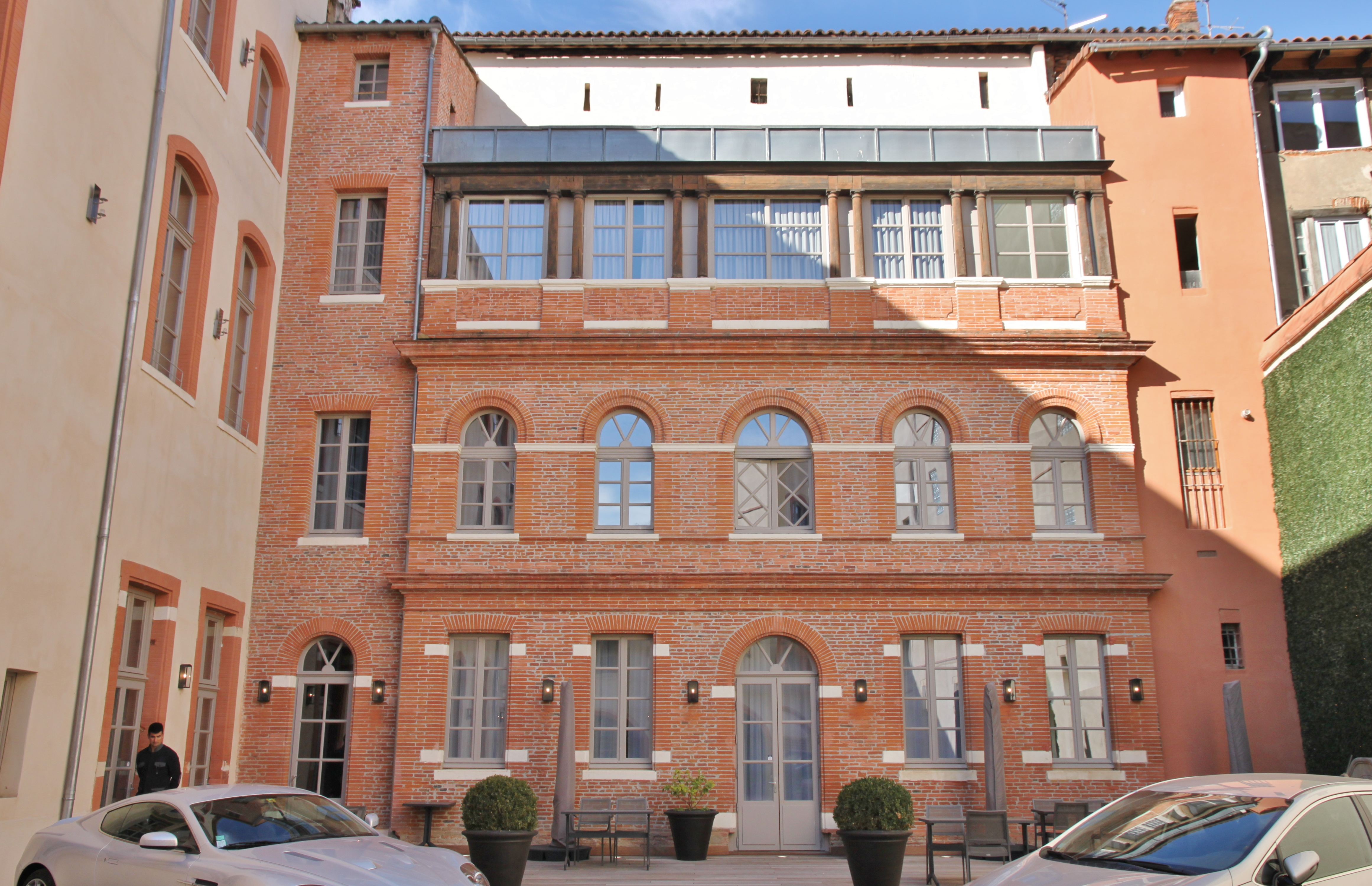
Hôtel Tornié-Barrassy : façade de fond de cour.
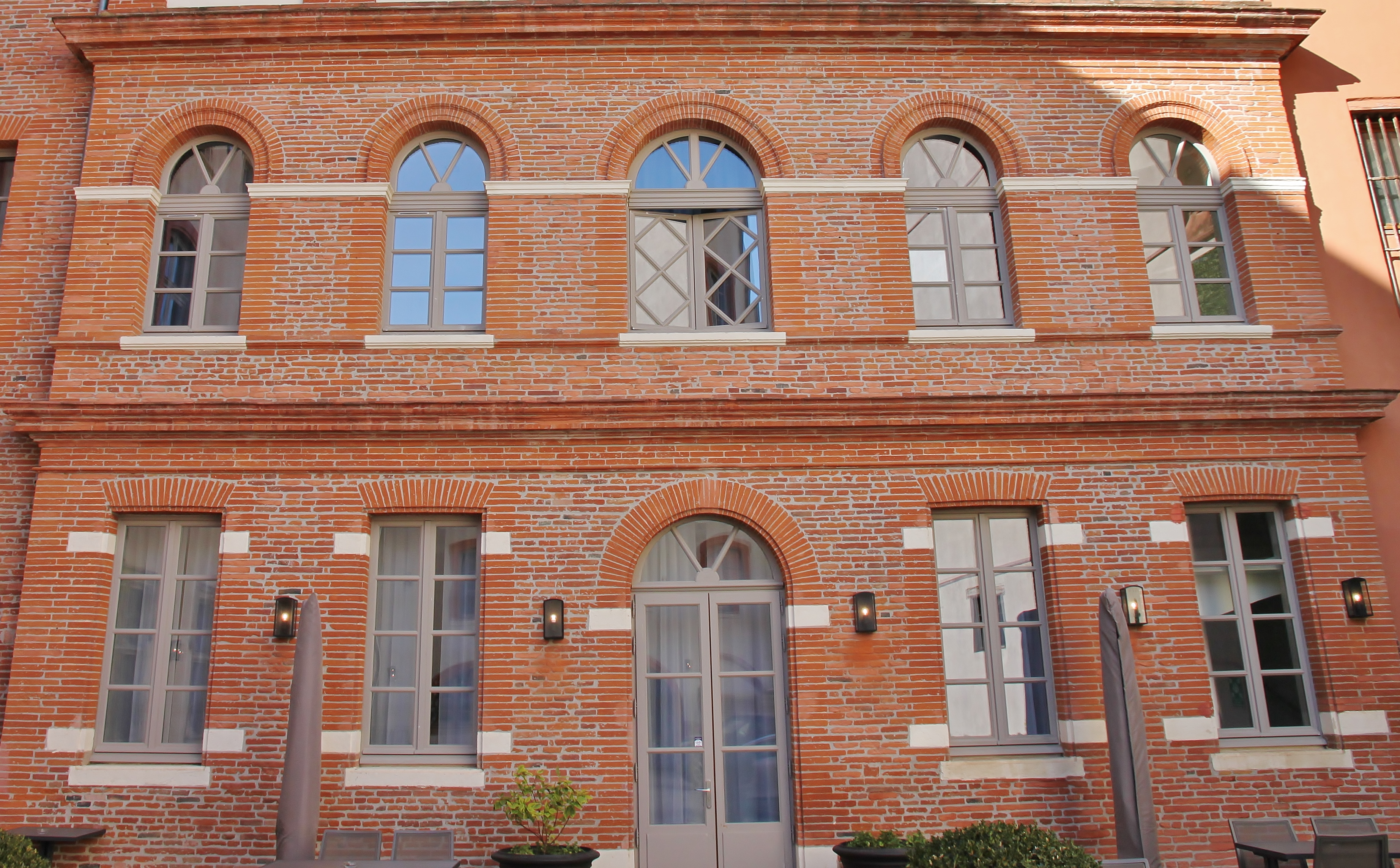
Tornié-Barrassy : détail de la façade de fond de cour.

#### Le palais Niel
Rue Montoulieu-Saint-Jacques. Non protégé MH.
Édifié entre 1863 et 1867 pour devenir la résidence du maréchal Adolphe Niel, né près de Muret et héros des batailles de Magenta et de Solférino, nommé à la tête de l'armée régionale du sud, ce palais voulu par Napoléon III ne reçut pourtant jamais son hôte illustre, devenu entre-temps ministre de la Guerre. Œuvre de l'administration militaire, les travaux furent confiés à des Toulousains : le capitaine du génie Félix Bonnal en tant qu'architecte, sans doute apparenté à l'architecte de la Ville Joseph Bonnal, et aux sculpteurs et ornemanistes Henri Maurette, Charles Ponsin-Andarahy, Adolphe Azibert, Calmettes. Pour autant il semble d'une architecture étrangère à Toulouse, avec notamment son haut comble d'ardoises. Le style de l'édifice peut le rapprocher de l'aile Rivoli du Louvre dessinée par Louis Visconti et Hector-Martin Lefuel ou de casernes monumentales comme celles dessinées par le colonel Guillemaud à Paris et Marseille. Par sa monumentalité stricte et simple, le palais entend signifier l'éminente dignité de ses occupants et de l'institution militaire.

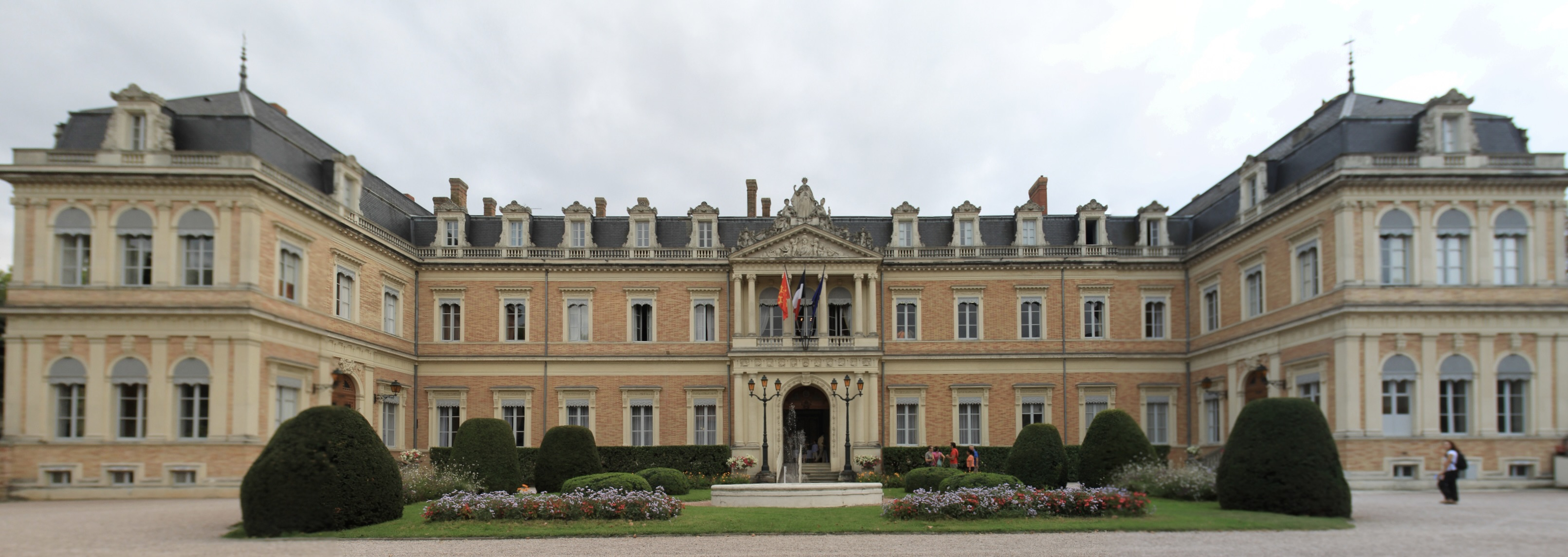
Le palais Niel.
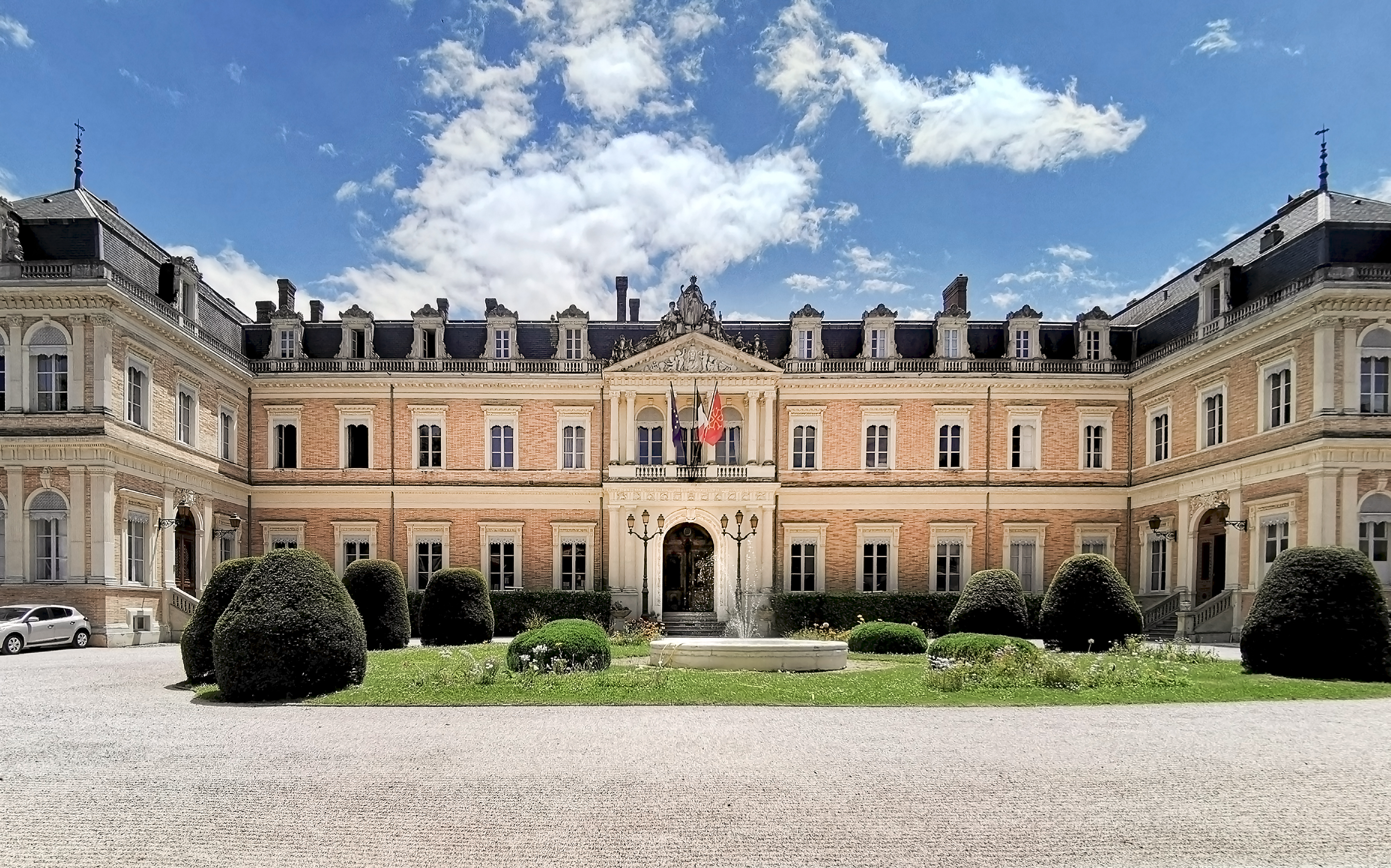
Niel : façade sur cour.
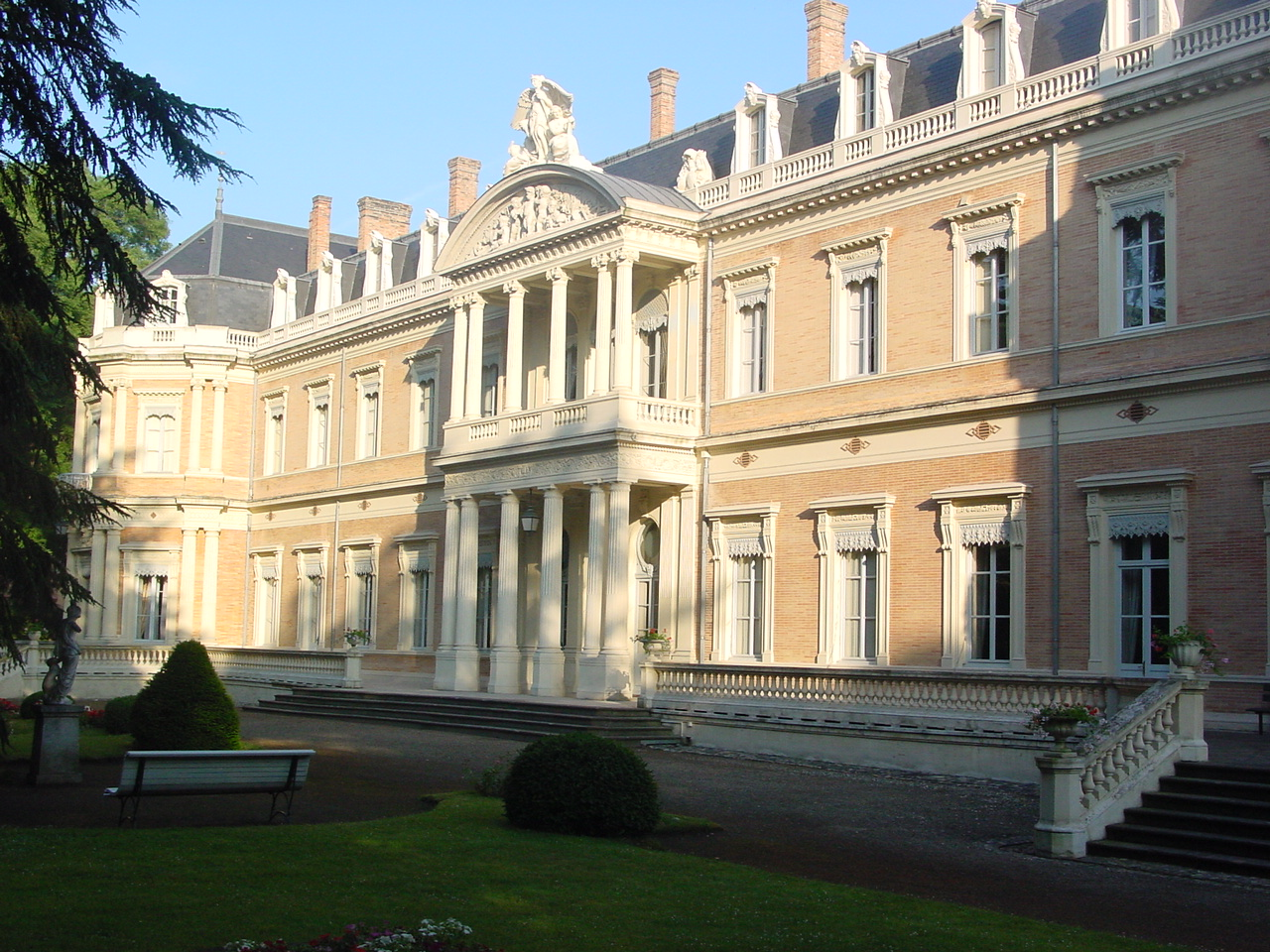
Niel : façade sur jardin.
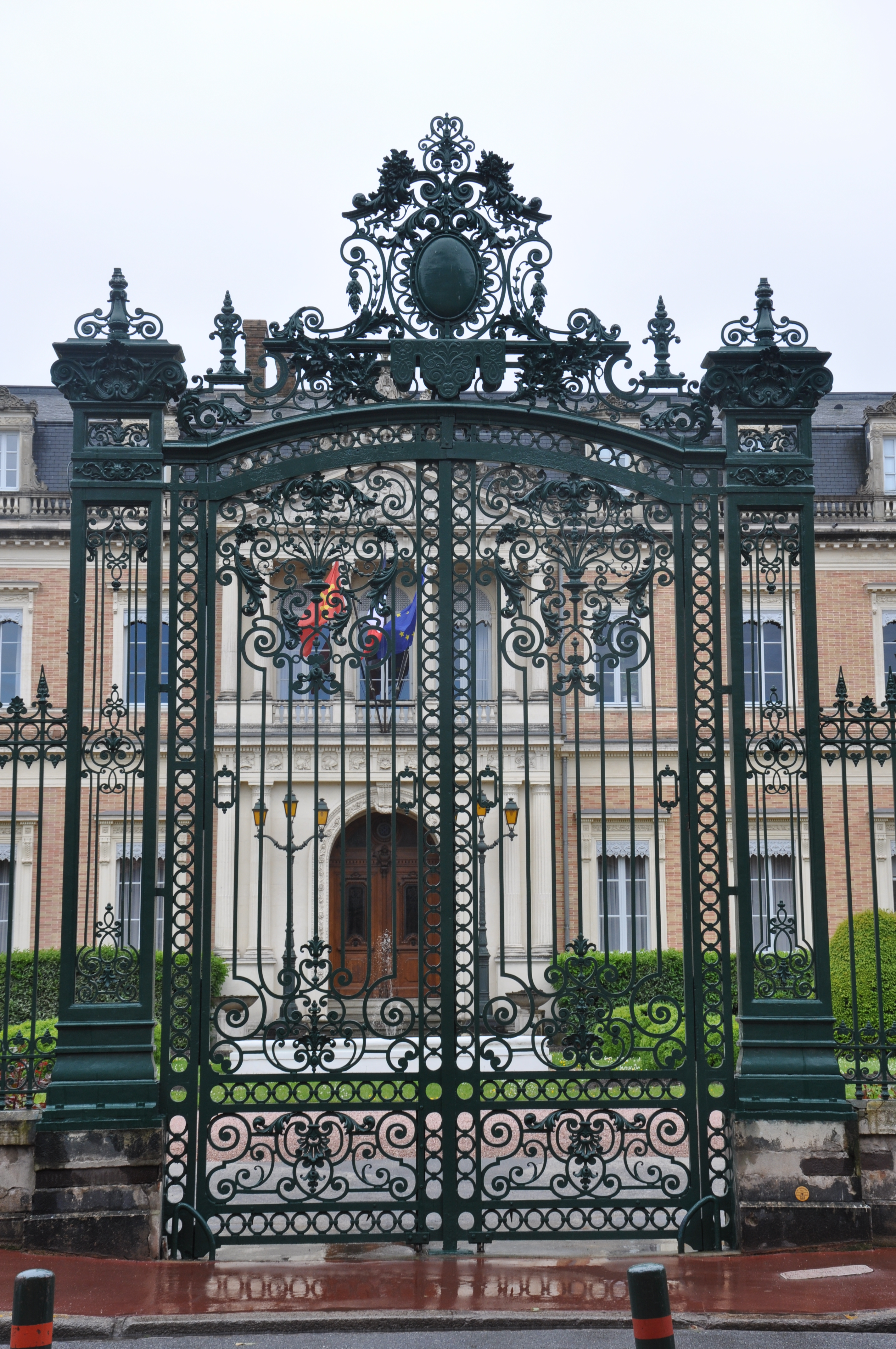
Niel : la grille d'entrée.
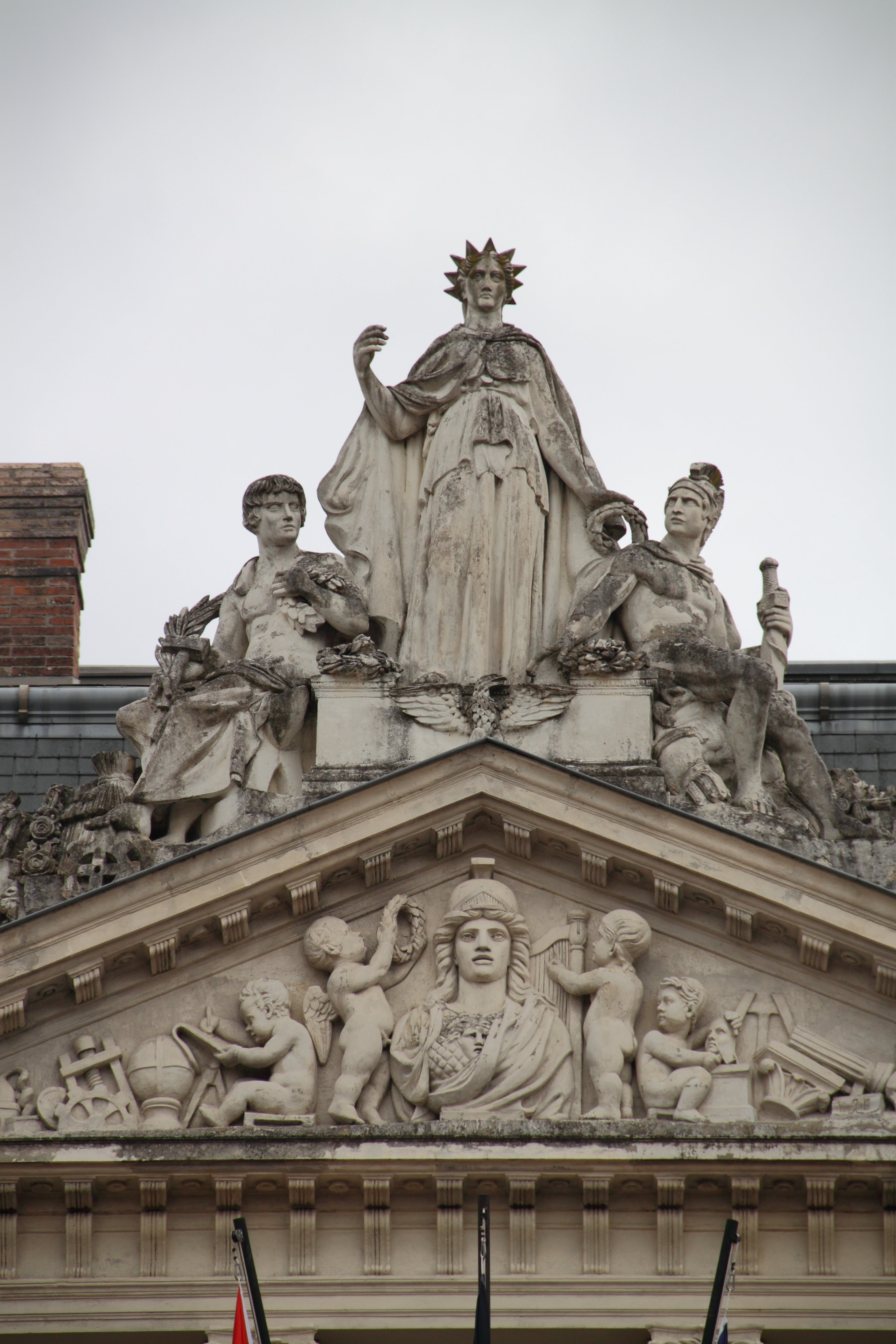
Niel : fronton sculpté.
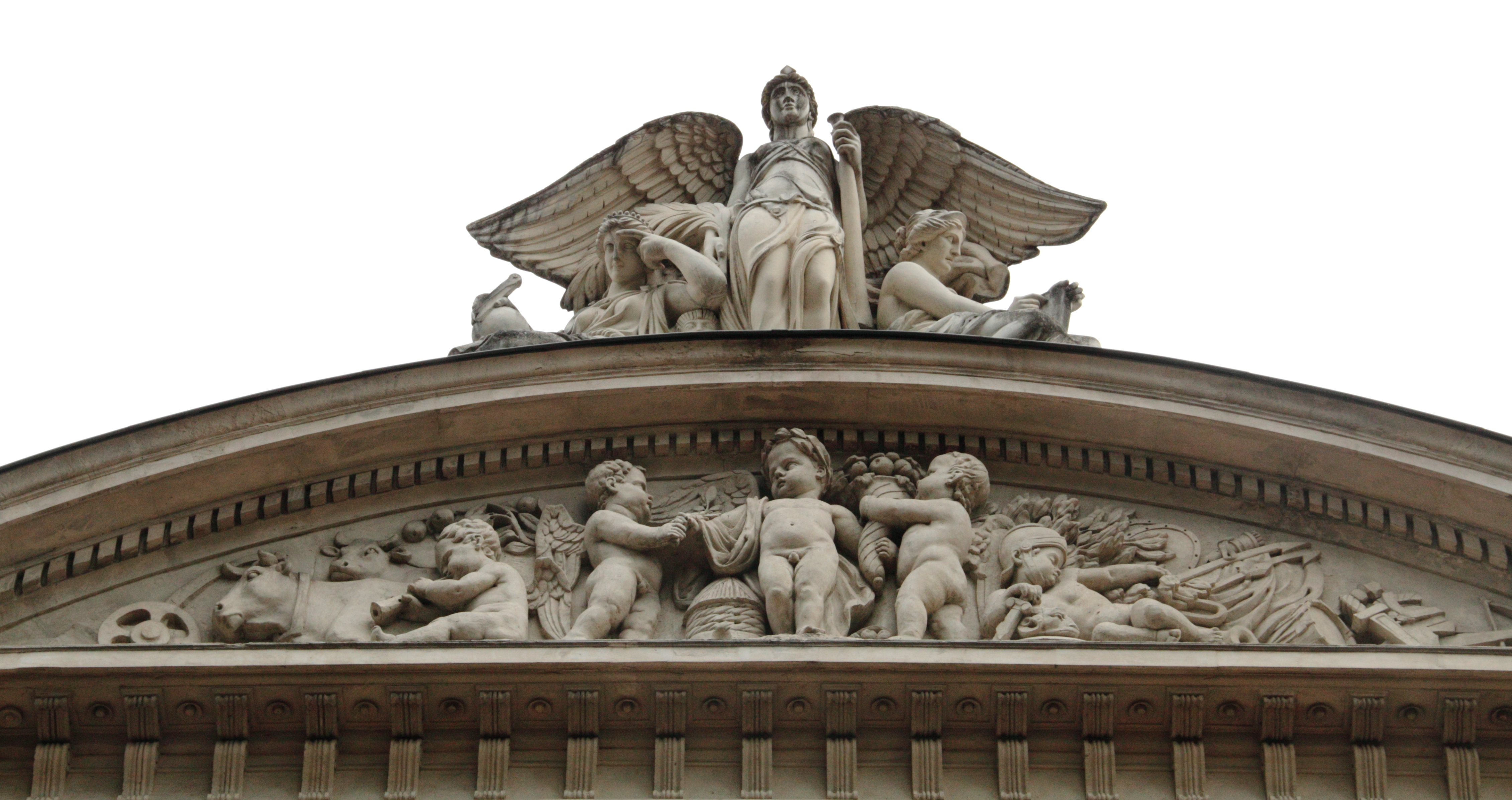
Niel : fronton sculpté.
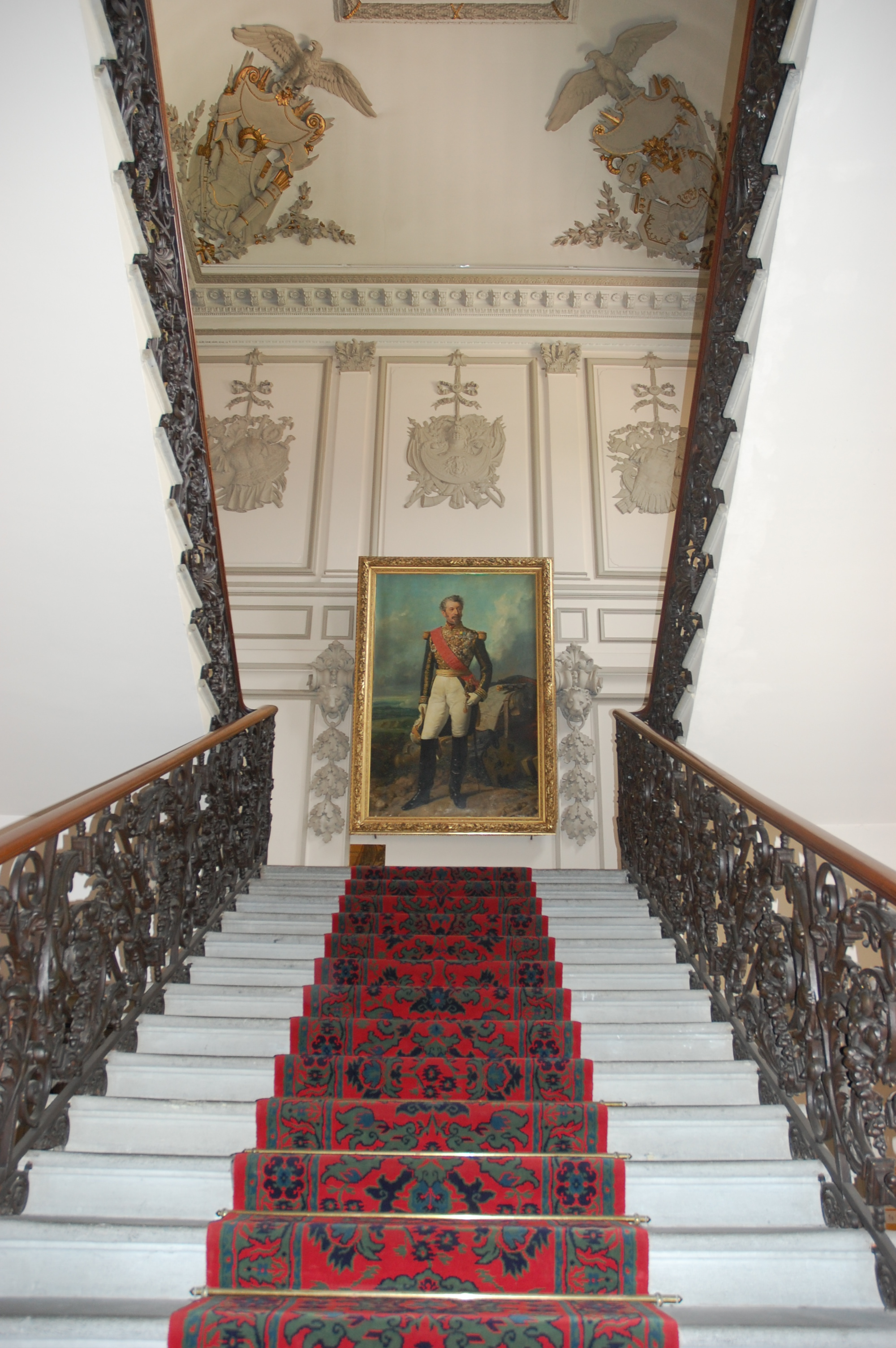
Niel : l'escalier avec le portrait du maréchal Niel.
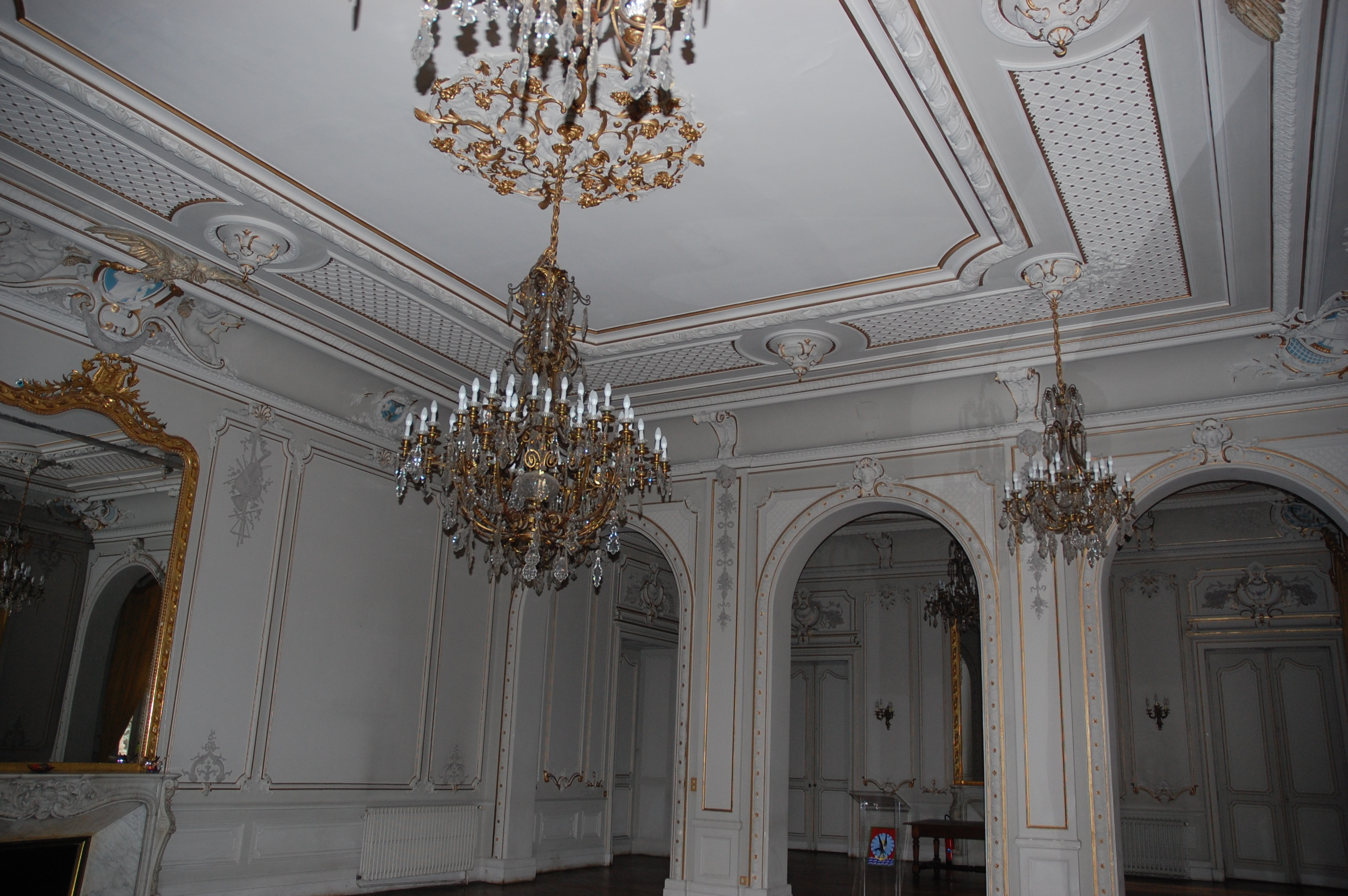
Niel : le grand salon.
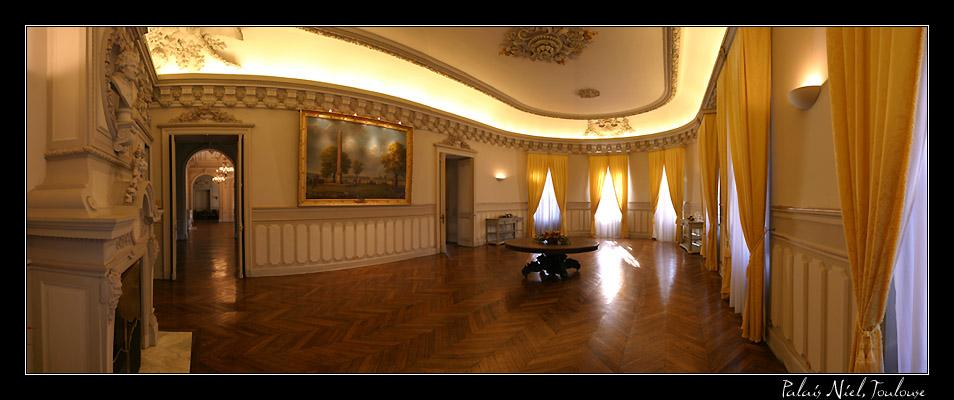
niel : le salon des maréchaux.
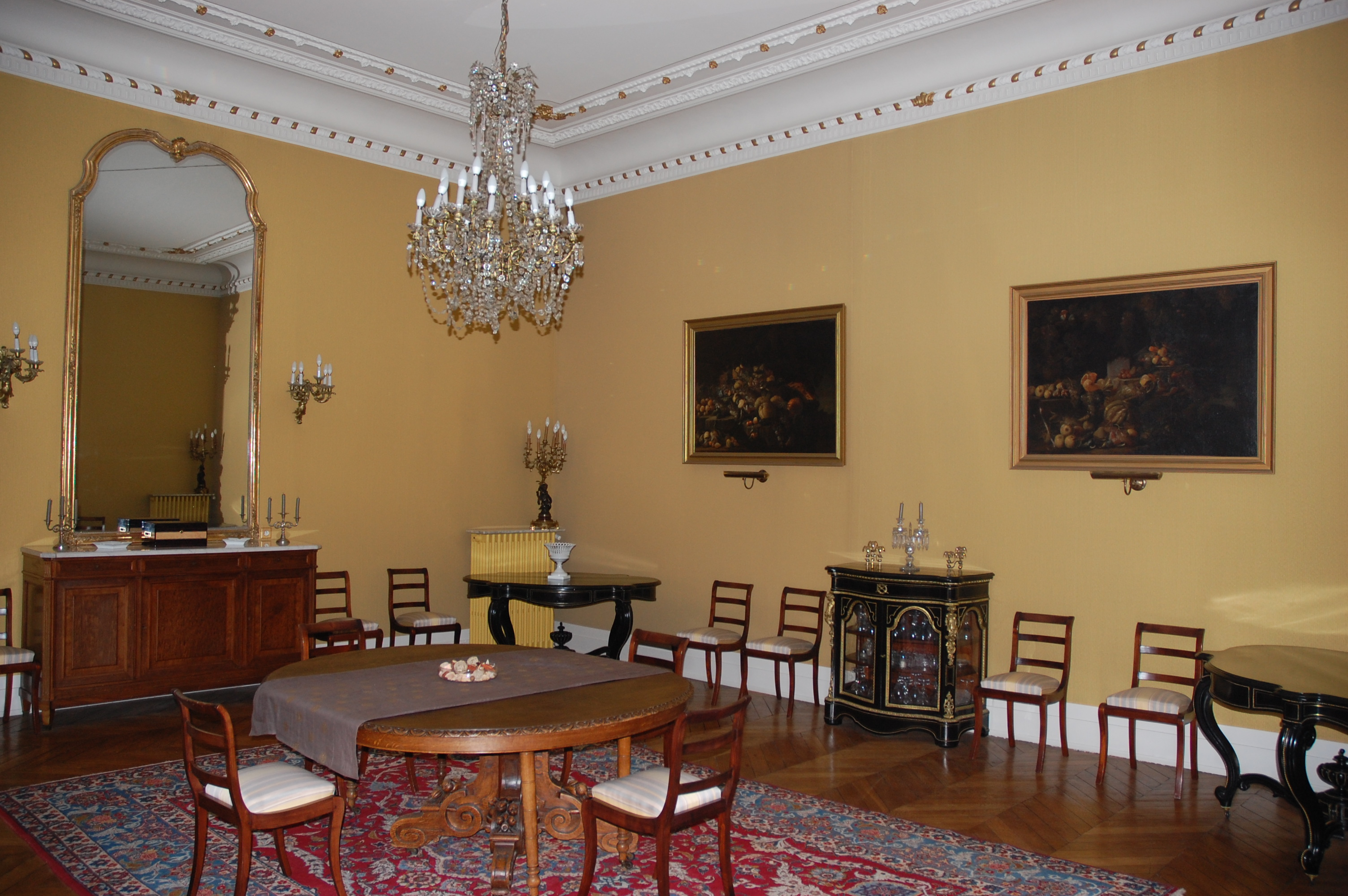
Niel : la salle à manger.
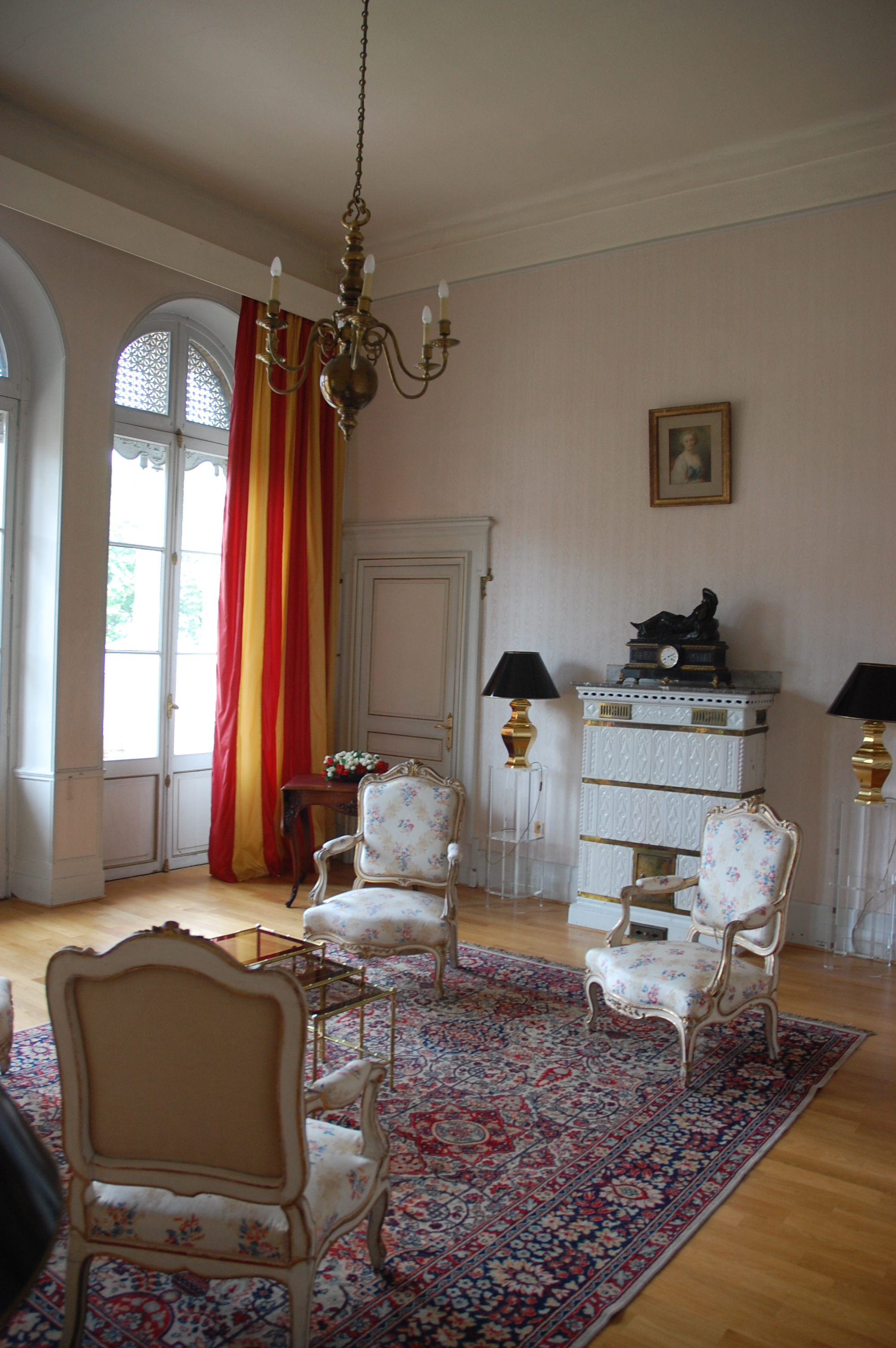
Niel : le salon blanc.
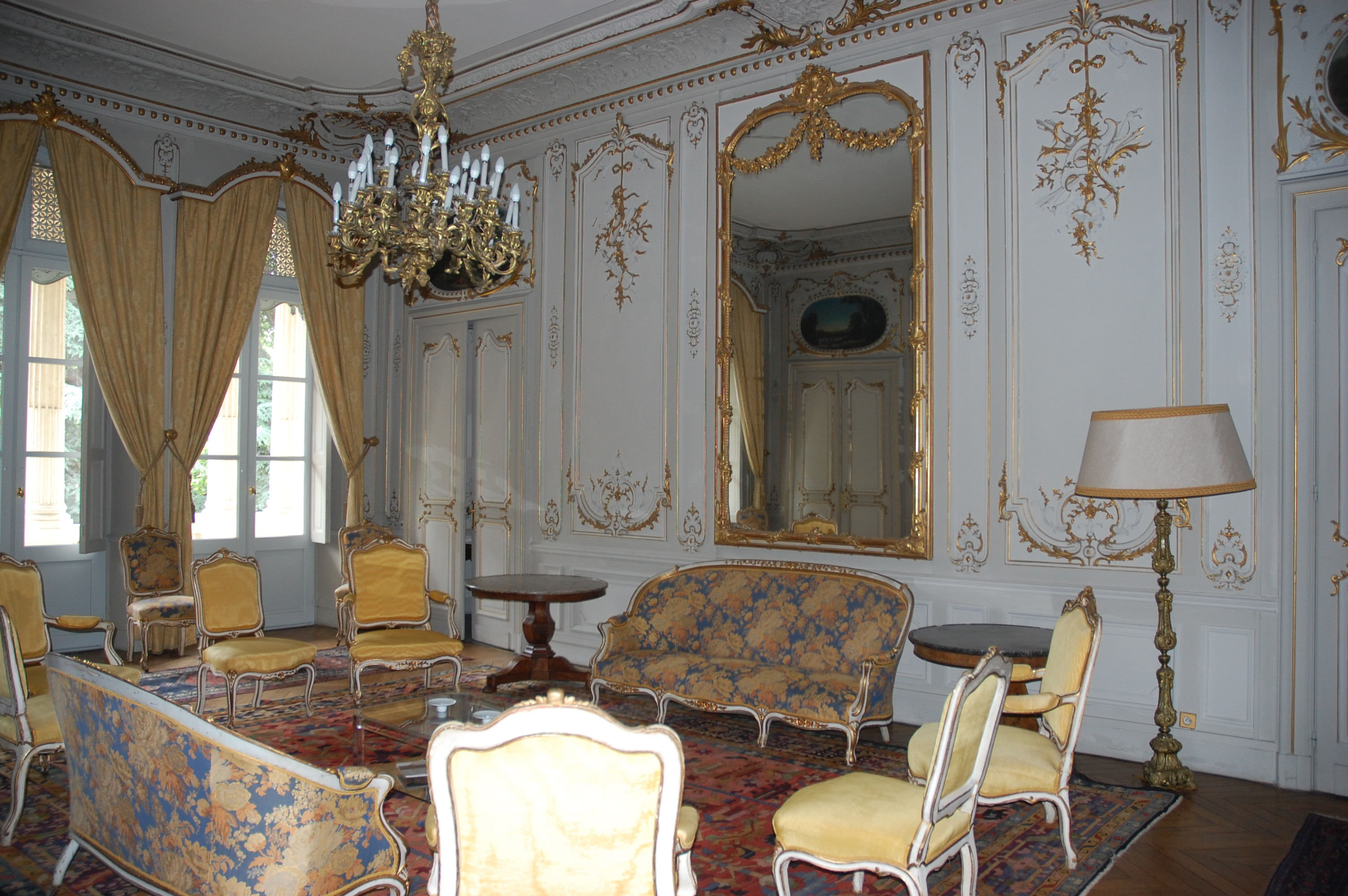
Niel : le salon jaune ou salon doré.
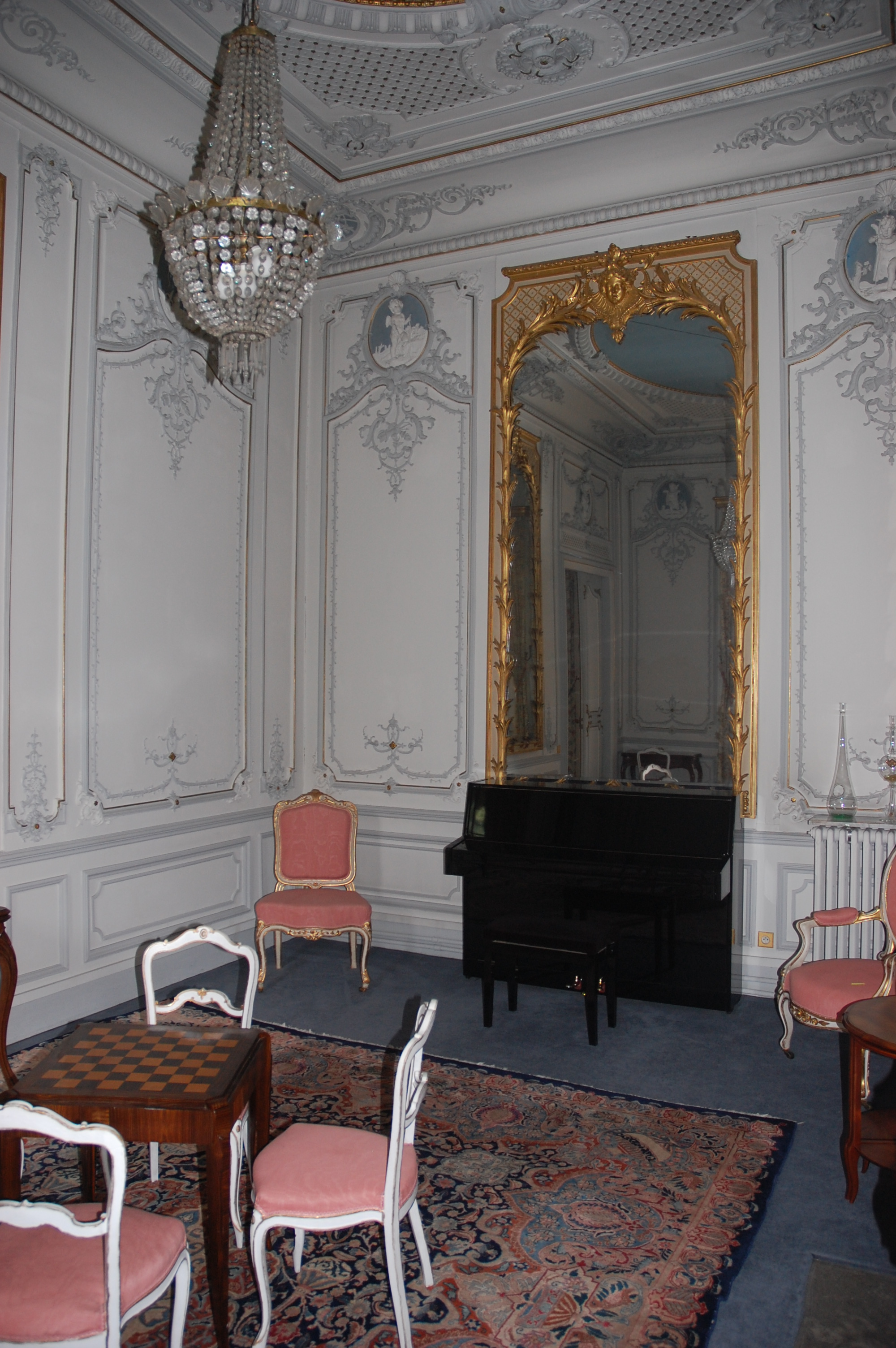
Niel : le salon bleu ou salon de jeu.
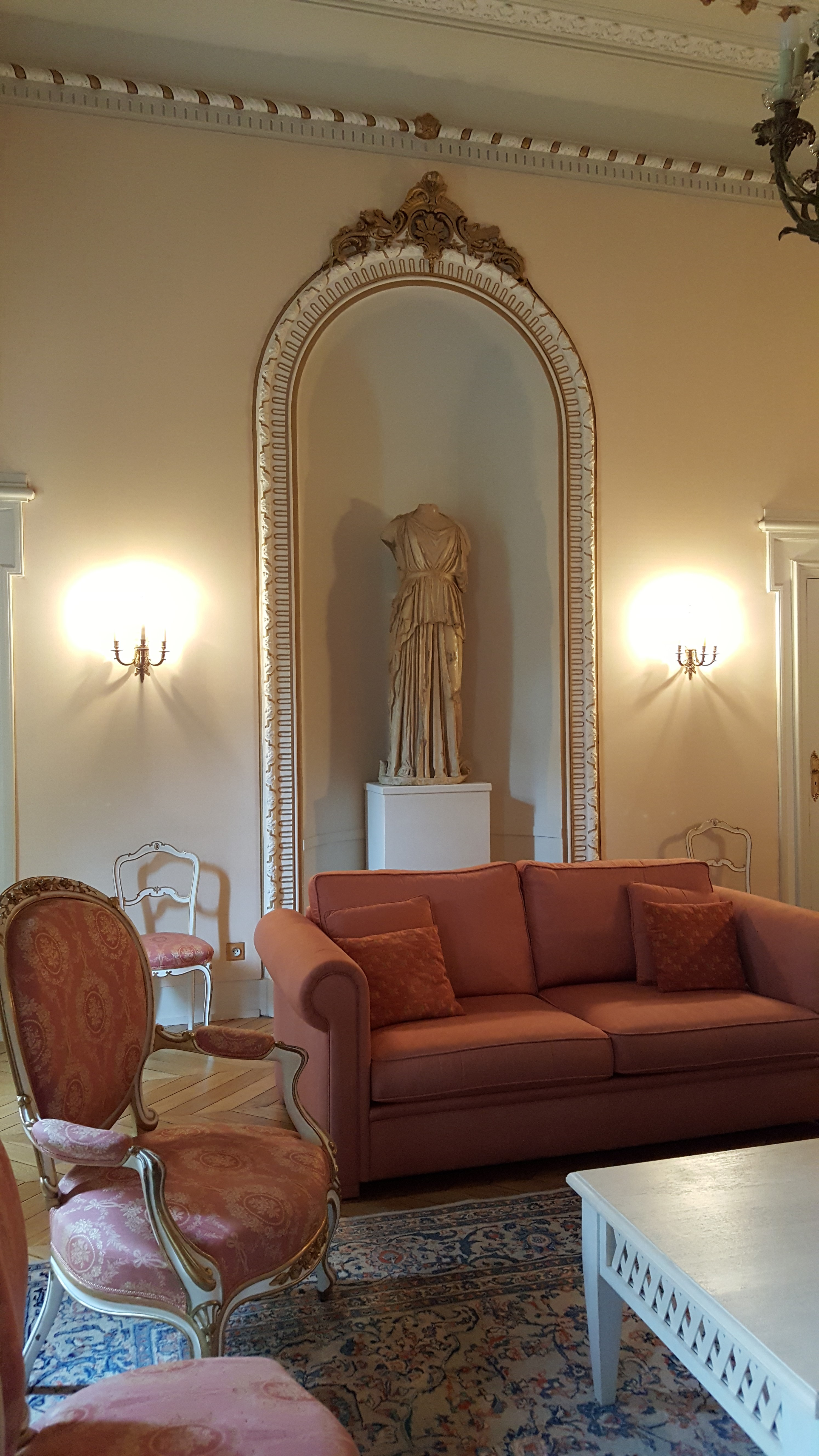
Niel : le salon rose ou salon Minerve.
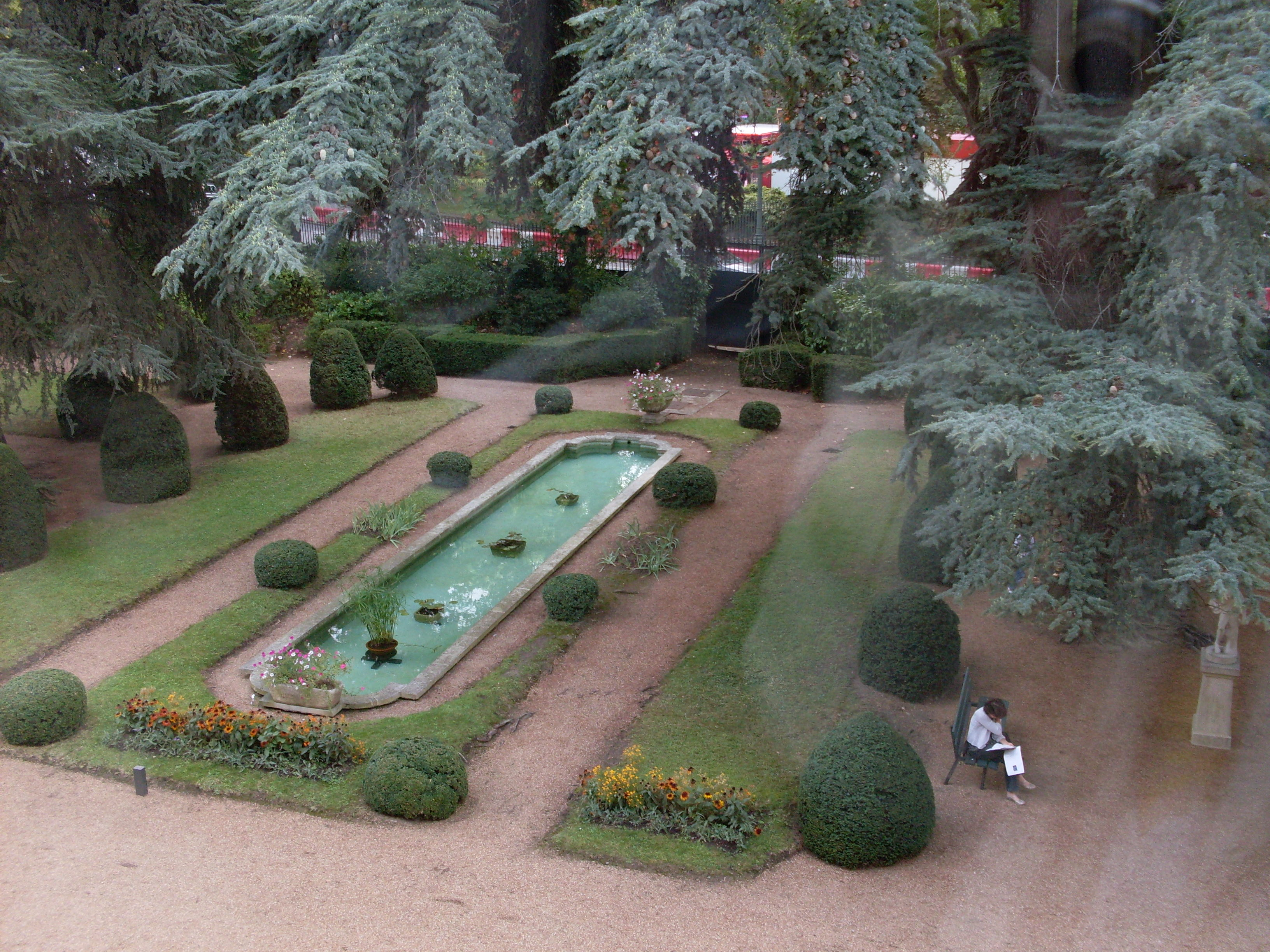
Niel : le jardin.
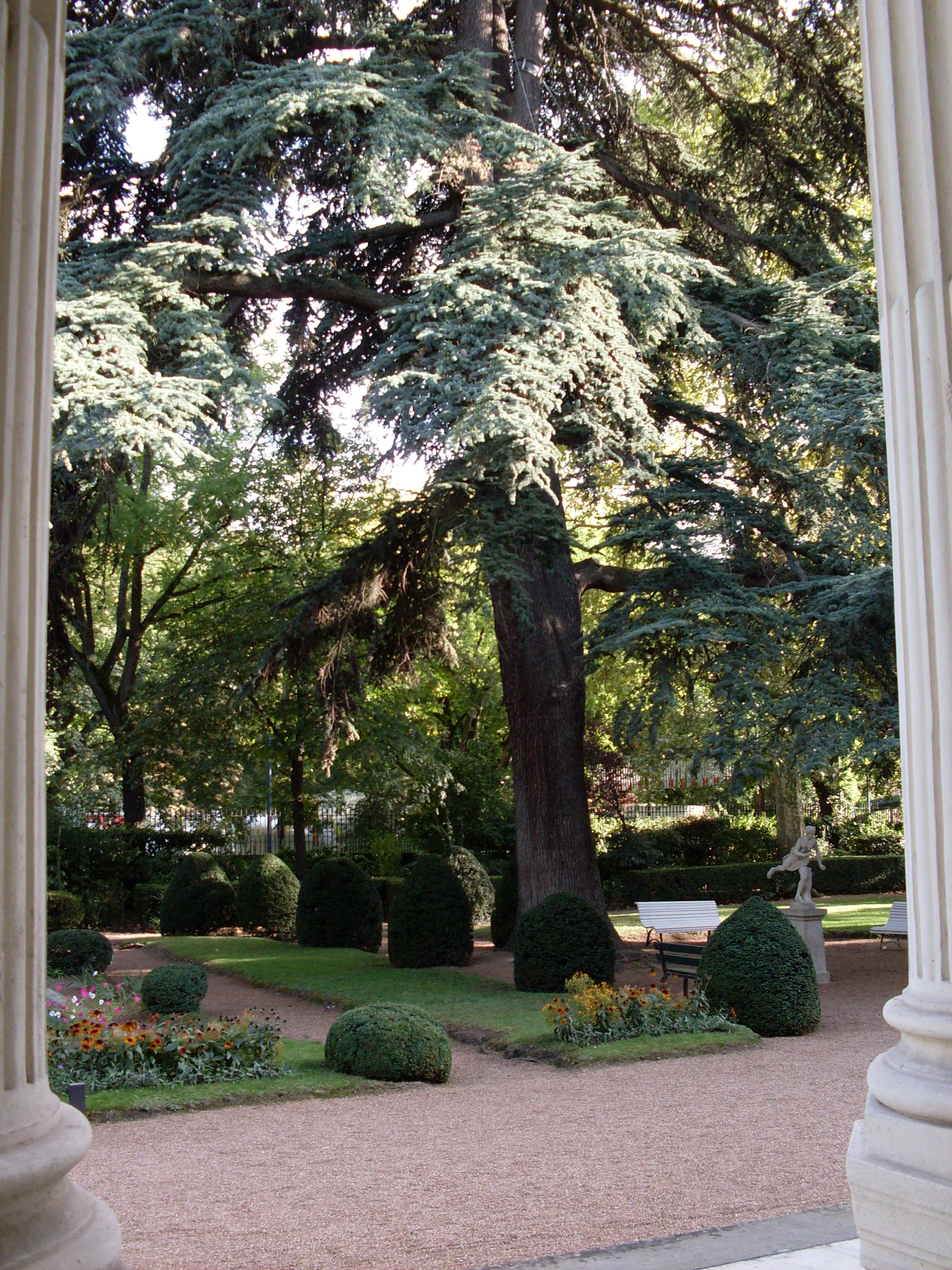
Niel : le jardin avec le grand cèdre du Liban.
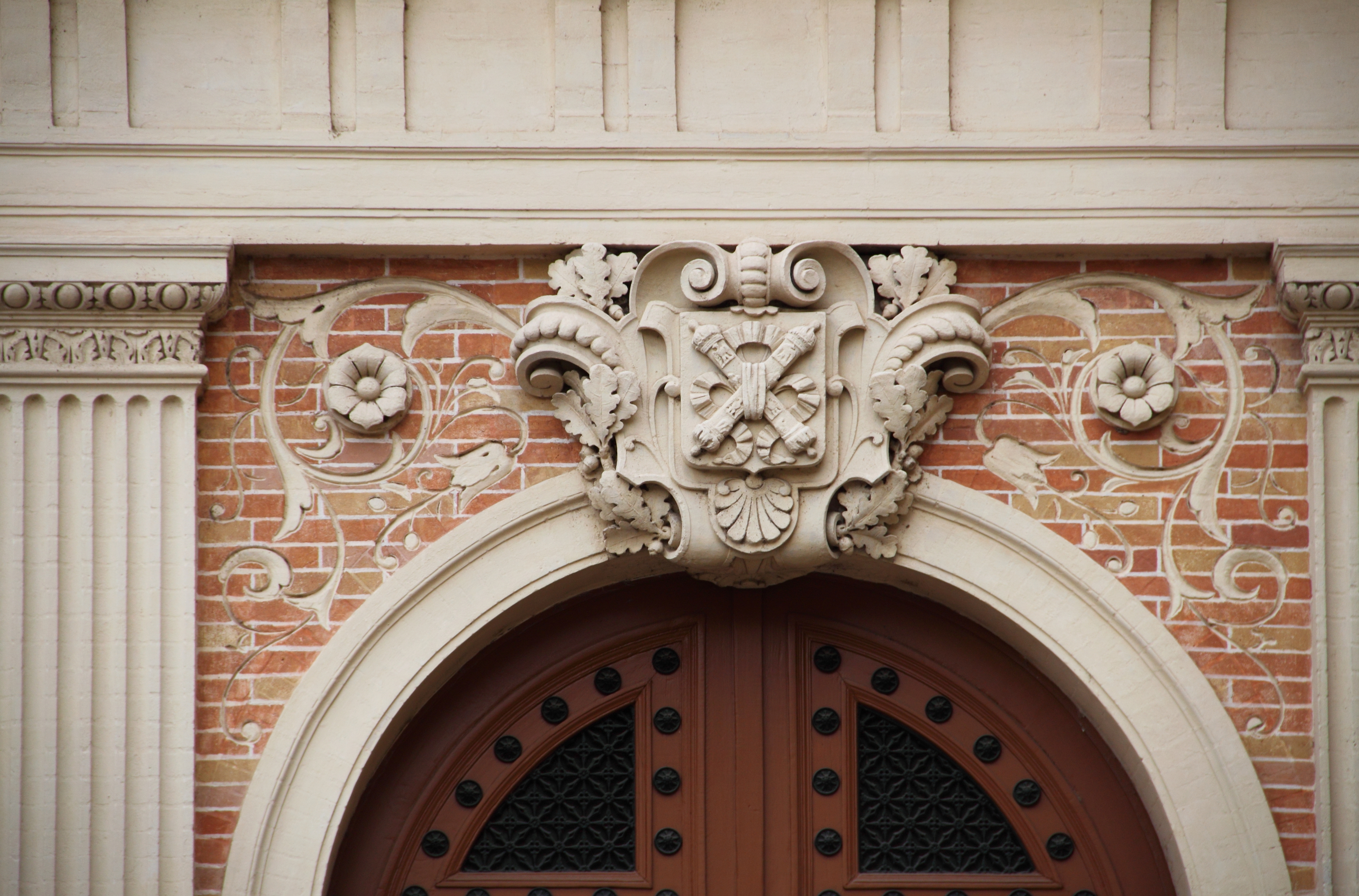
Niel : décor incrusté dans la brique.

#### L'hôtel Cassan
32 rue Mage. Non protégé MH.
Reconstruit dans la seconde moitié du XIXe siècle sur l'ancien hôtel Cassan, le nouvel hôtel s'organise autour de deux cours. Le portail en brique claire ouvrant sur la place Mage est décoré d'ornements en terre cuite. Sur la rue Merlane, les vestiges d'un portail en plein-cintre dont la clé est ornée d'une pointe de diamant rappellent l'ancien hôtel du XVIIe siècle.
Dans la grande cour rectangulaire en fond de parcelle, une construction en brique reprenant le motif de serlienne abrite une statue en terre cuite sans doute issue de la manufacture Virebent. L'ensemble est conçu pour être vu depuis la rue par l'enfilade des cours et des passages quand le portail est ouvert, donnant au passant une impression de faste décoratif qui n'existe en fait que sur le portail et dans cette partie de la deuxième cour.

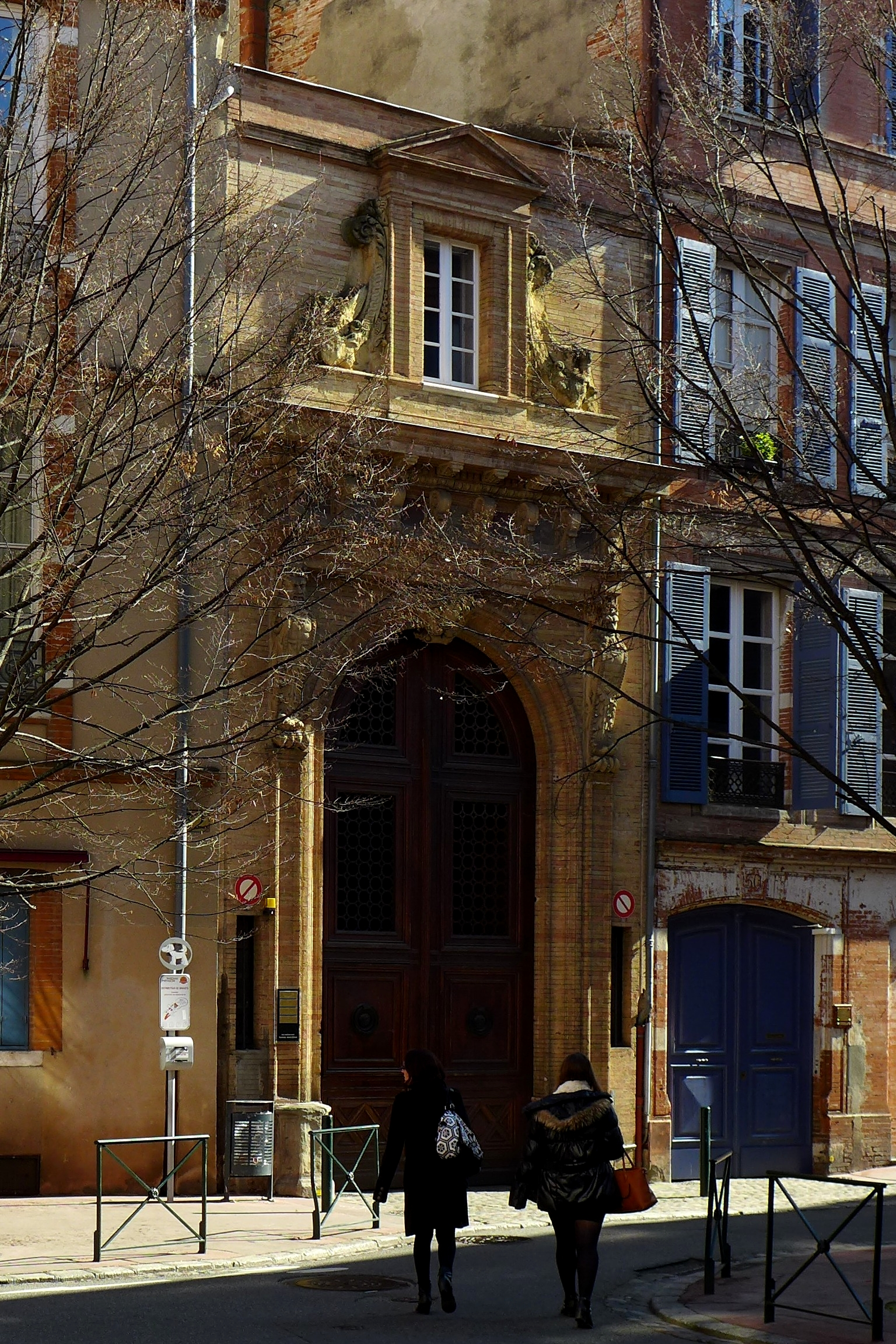
Hôtel Cassan.
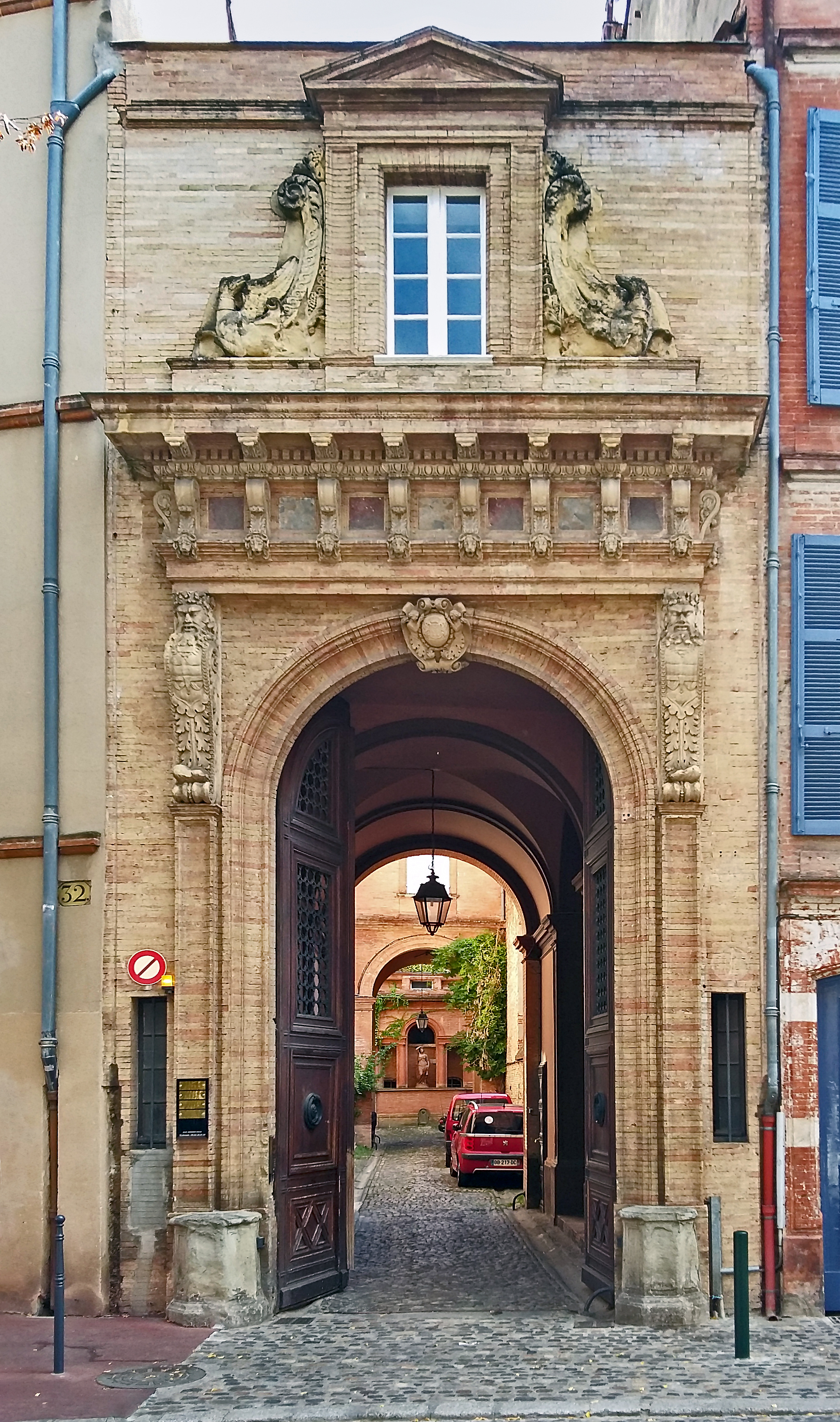
Hôtel Cassan : portail orné, décor en brique et terre cuite moulée au fond de la perspective.
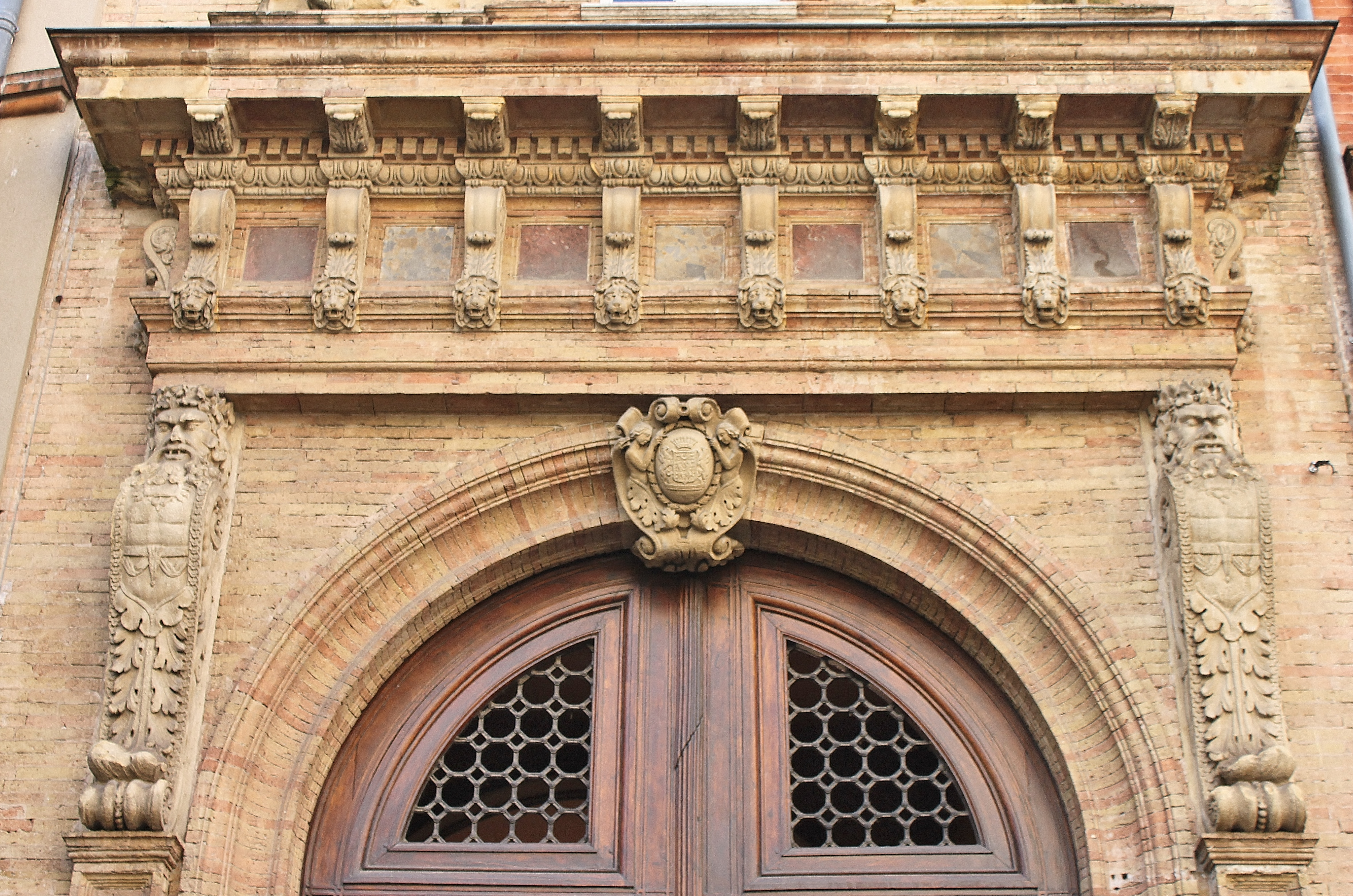
Hôtel Cassan, détail du portail.
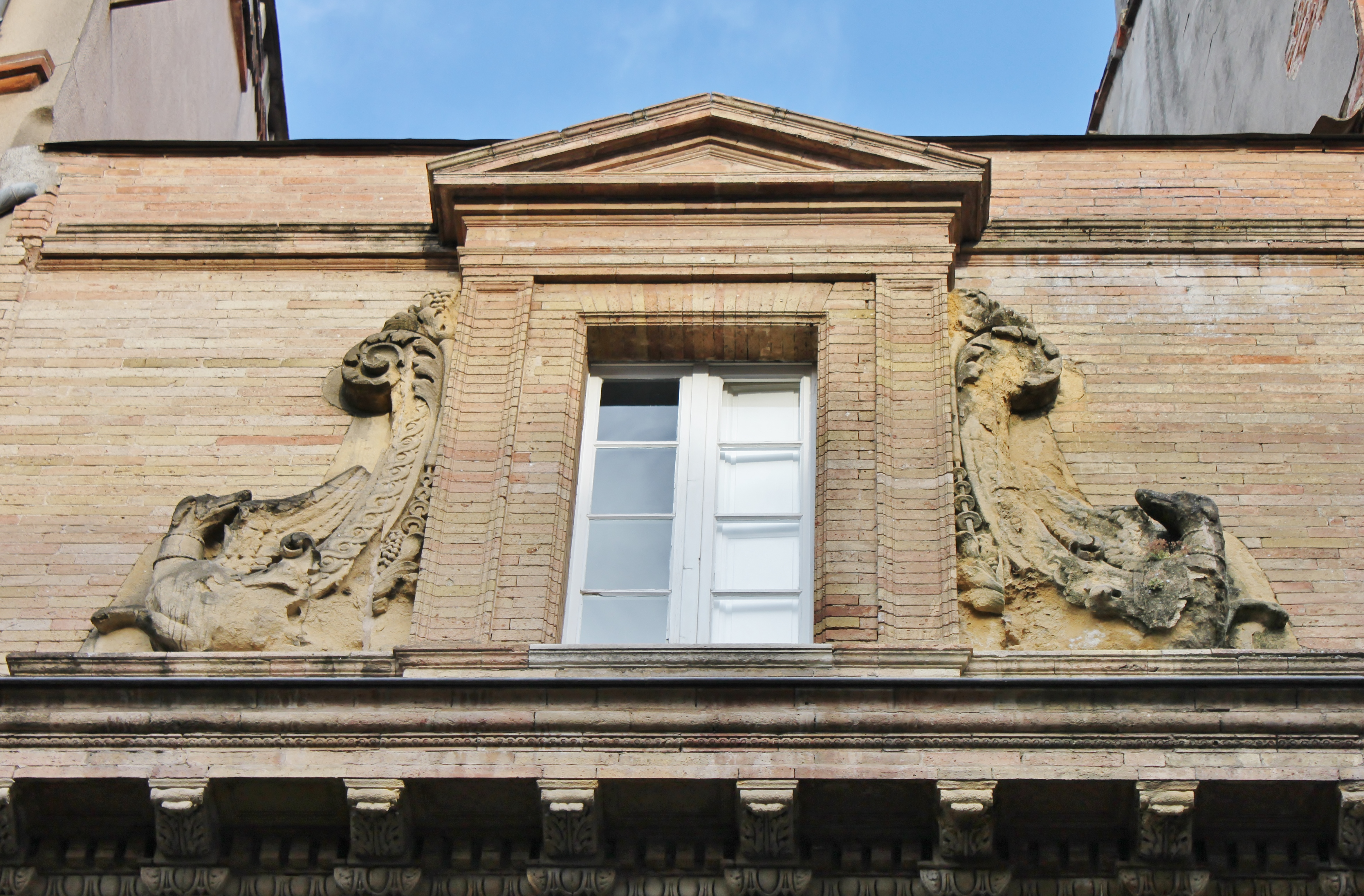
Hôtel Cassan, détail du portail.
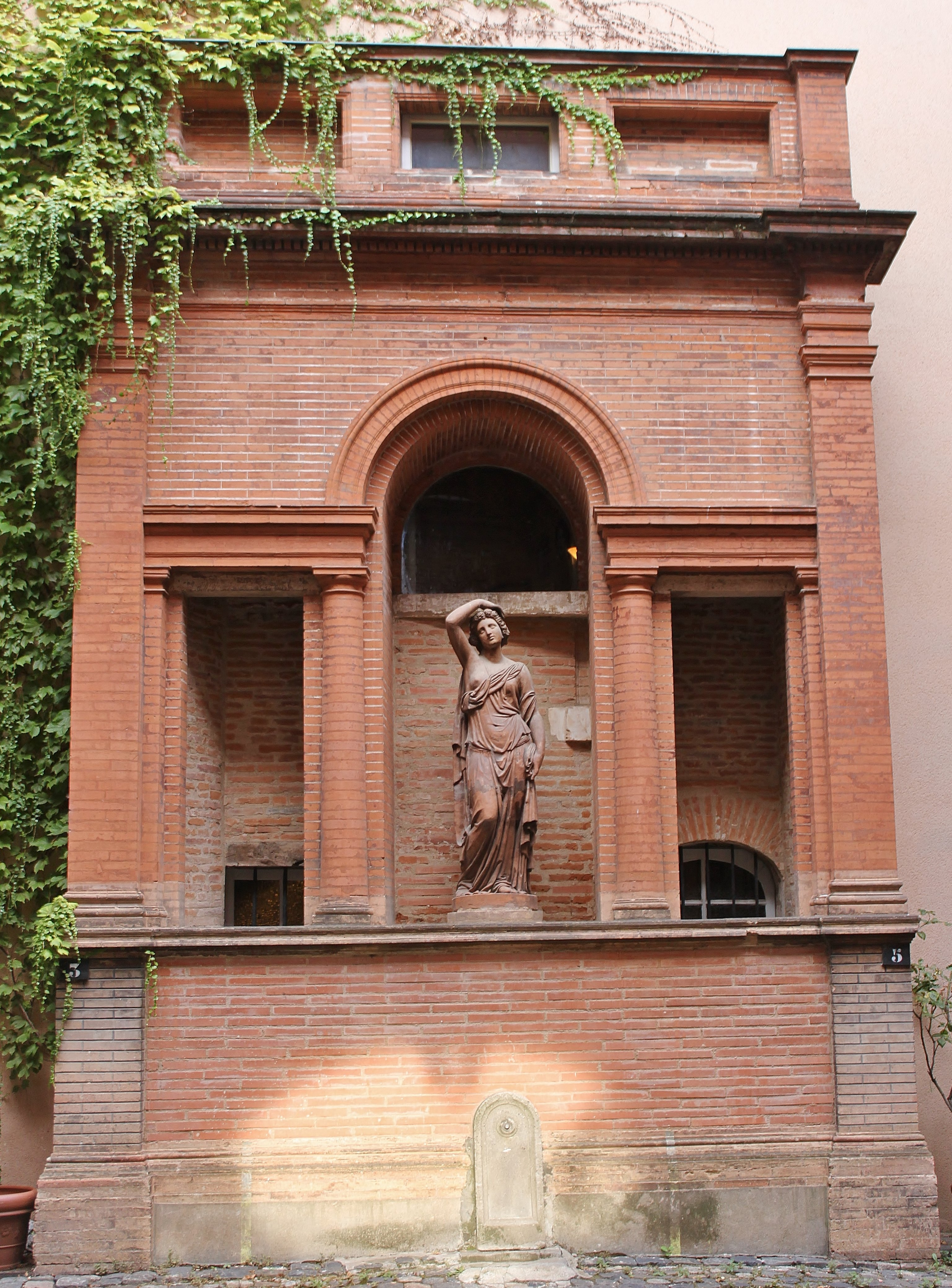
Cassan : édicule en brique et statue en terre cuite dans la deuxième cour.

#### L'hôtel Bernet
22 rue Sainte-Anne. Non protégé MH.
L'hôtel a été construit en 1874 pour le compte du propriétaire Bernet, riche négociant de tissus, selon les plans dressés par l'architecte Giraud Lapierre, déjà auteur d'immeubles rue d’Alsace-Lorraine ou rue du Languedoc. La porte cochère centrale est encadrée par deux statues de pierre posées sur des socles, représentant David appuyé à un arbre et Cérès portant une serpe et une gerbe de blé.

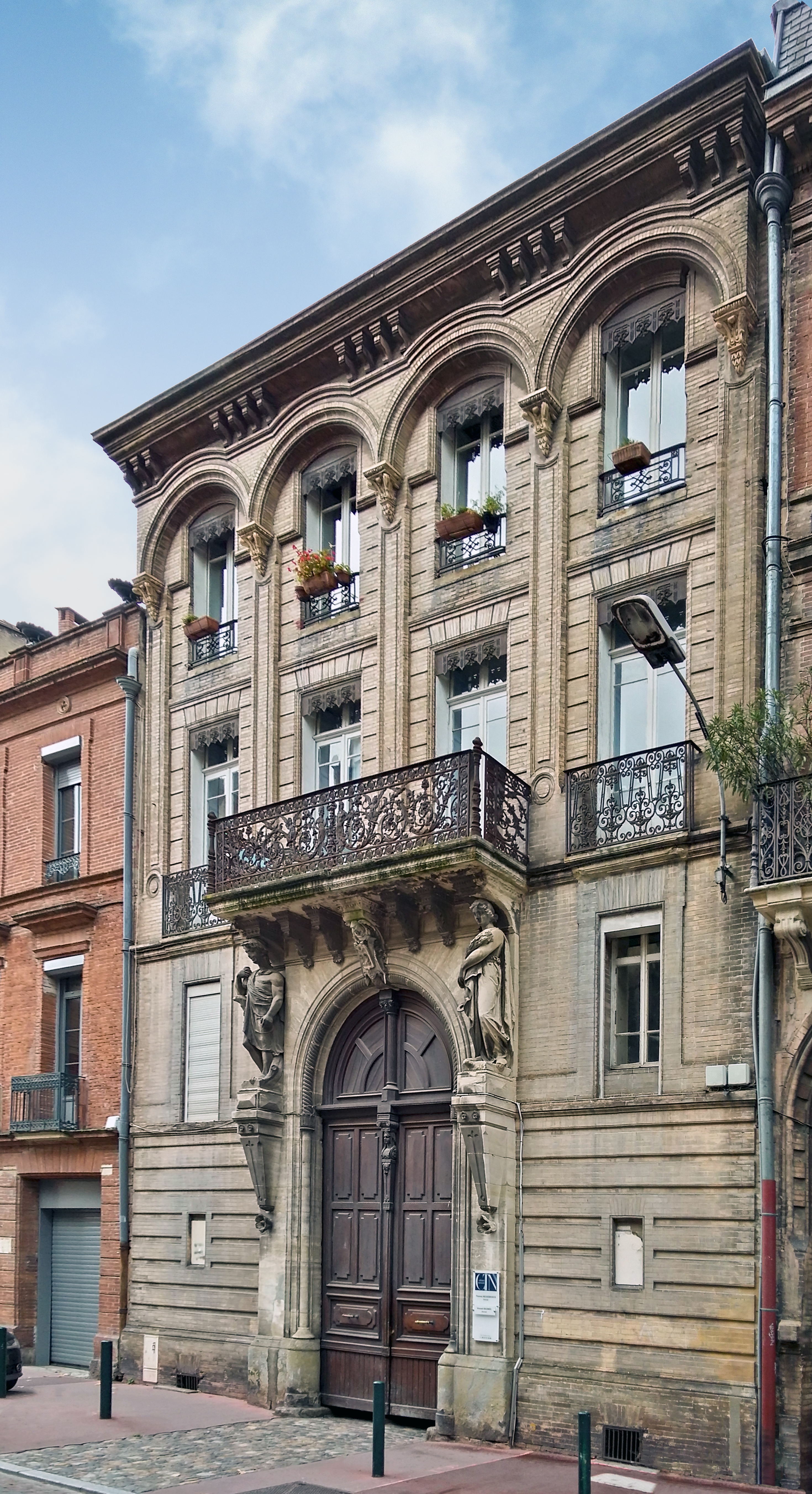
Hôtel Bernet.
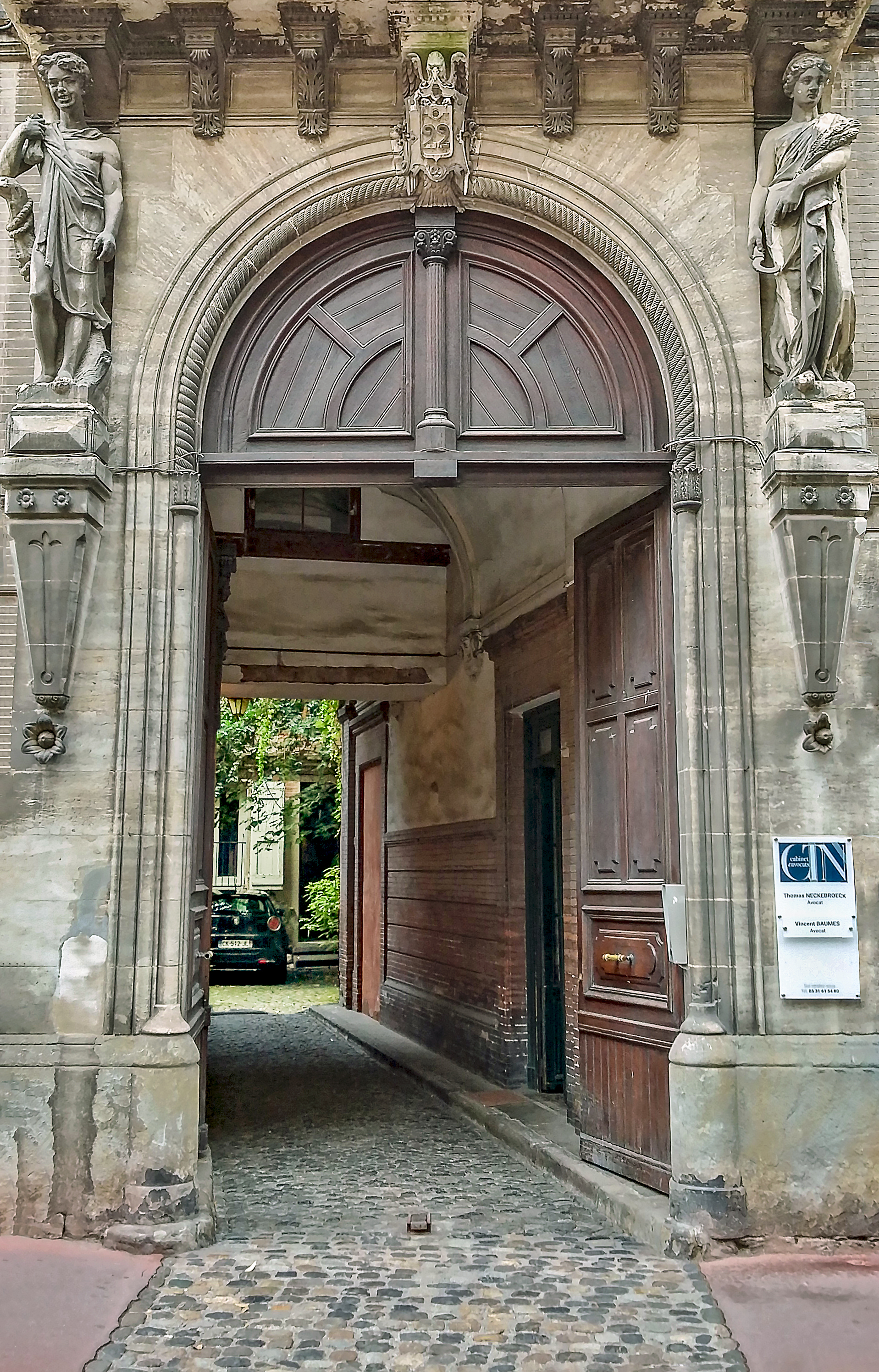
Bernet : portail et porche.
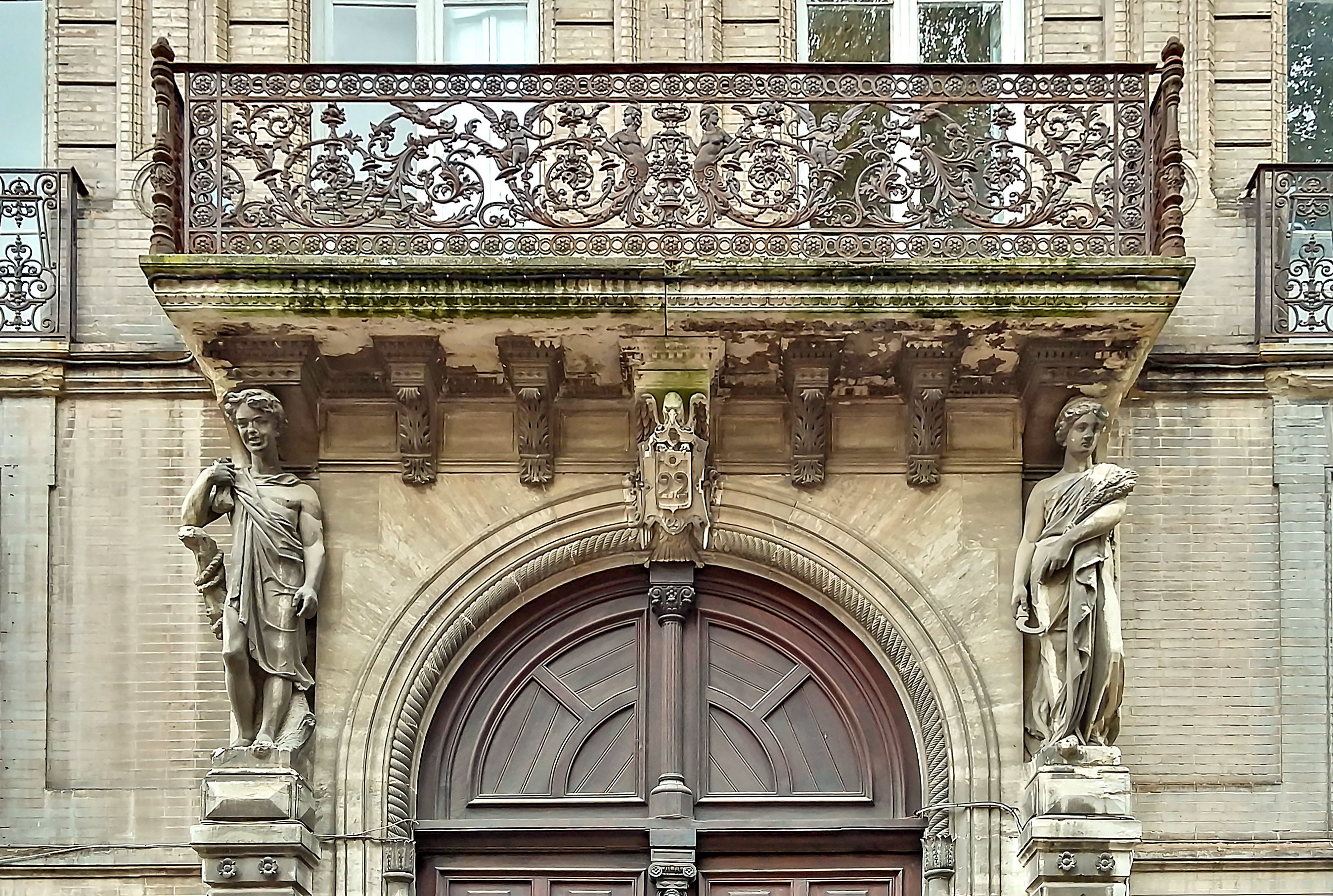
Bernet : décor et balcon.

#### L'hôtel de Villeneuve
23 rue Antoine-Deville. Non protégé MH.
Sur cette parcelle occupée anciennement par le couvent des Pères du Tiers ordre de Saint-François (détruit à la Révolution), la marquise de Villeneuve fit construire en 1871 cet hôtel de style éclectique par l'architecte Frédéric Delor. Le bâtiment en brique est coiffé d'un toit à longs pans brisés en ardoise et la travée de l'entrée principale, qui forme un avant-corps, accueille un décor en pierre néo-Renaissance. L'escalier d'honneur a disparu en même temps que l'avant-corps arrondi sur le jardin, sans doute dans les années 1920. Derrière le bâtiment se trouvent un beau jardin et une orangerie.

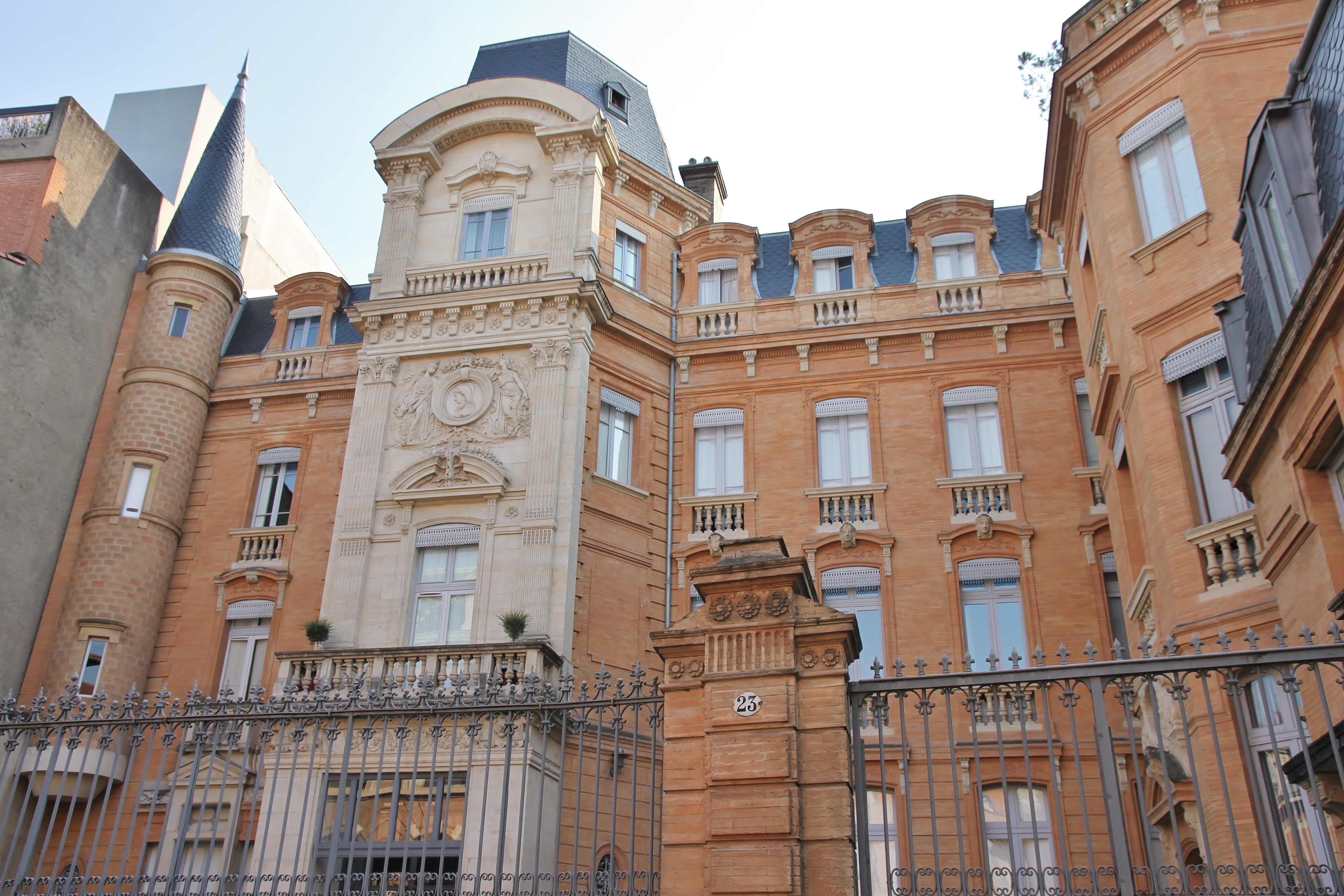
L'hôtel de Villeneuve.
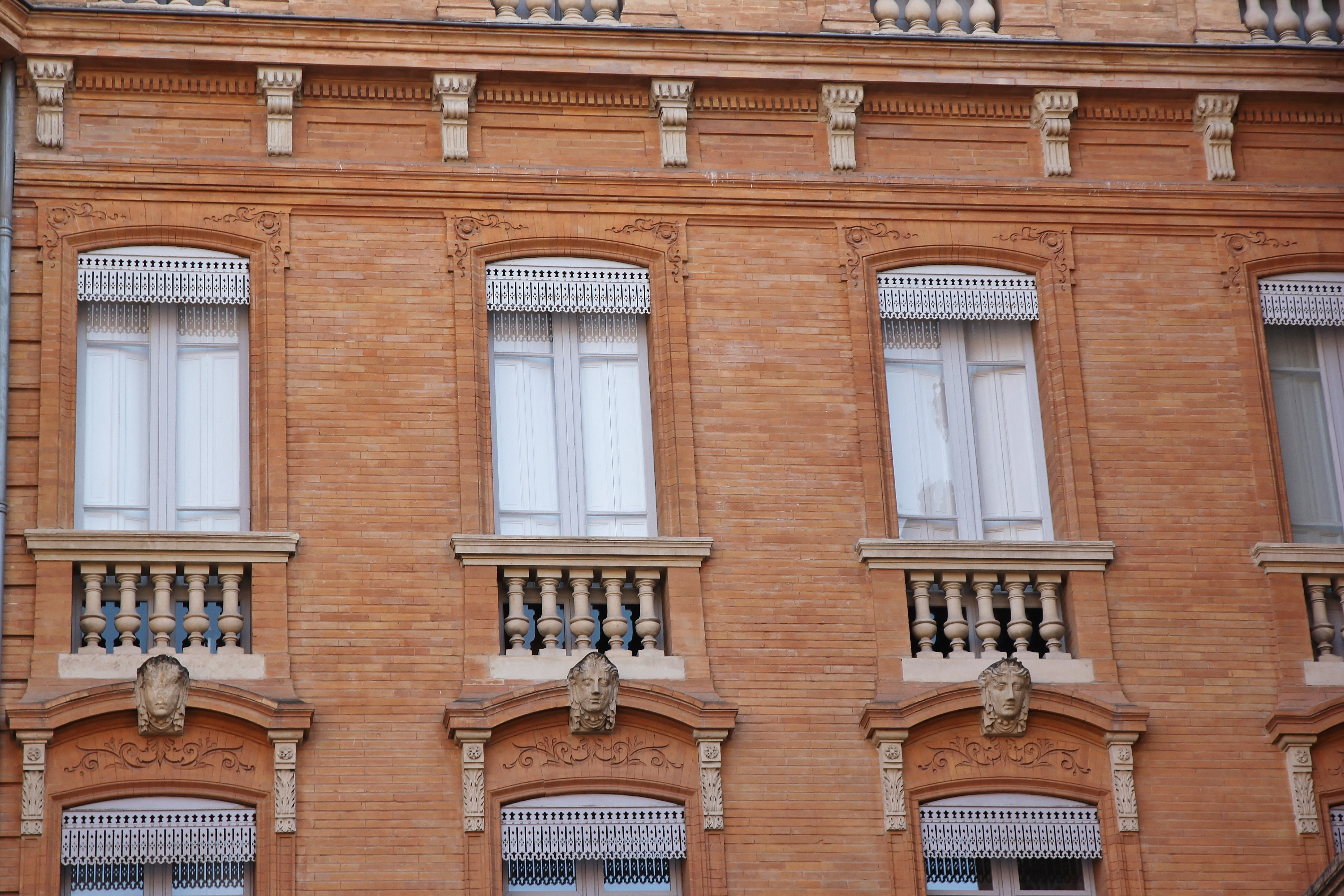
Villeneuve : mascarons et fenêtres.
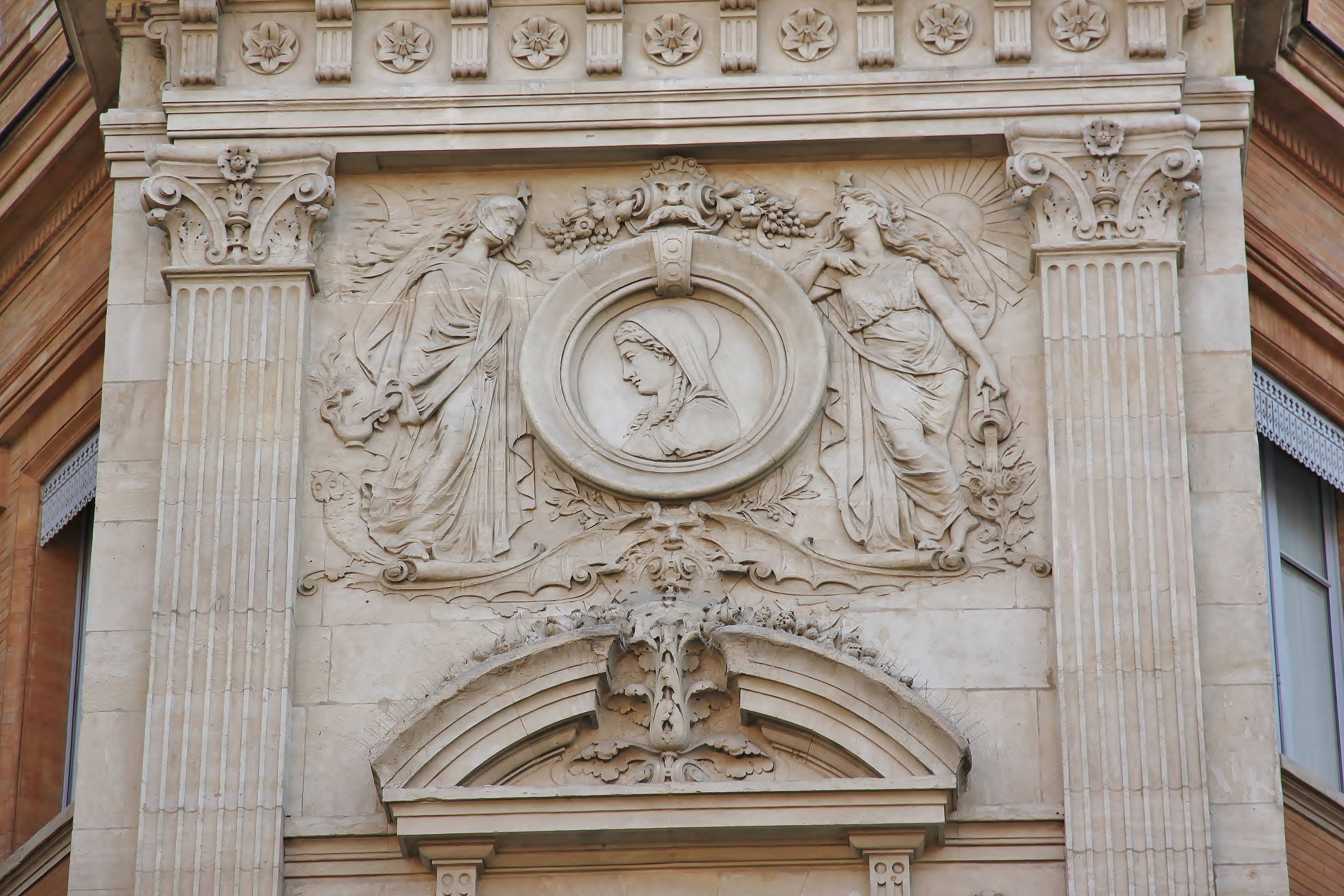
Villeneuve : décor sculpté en pierre.

#### L'hôtel Antonin
46 rue du Languedoc. Inscrit MH (pour les galeries de l'hôtel de Pins).
L'hôtel actuel est édifié par les époux Antonin en 1903. Dans la mouvance du courant archéologique né dans la deuxième moitié du XIXe siècle et qui se poursuit jusqu’au début du XXe siècle, ces derniers font intégrer par l'architecte Joseph Thillet des galeries à arcades du XVIe siècle de l'hôtel de Pins et font édifier leur hôtel dans un style néo-Renaissance (pour les façades sur cour). Sur les côtés de la cour, les fenêtres du premier étage sont inscrites dans une embrasure à arcade, rappelant ainsi les arcades de la galerie dont les médaillons sont également figurés de manière stylisée. Au-dessus de la galerie, les encadrements de fenêtres reprennent l'alternance de la brique et de la pierre des monuments toulousains. Les angles sont occupés par des oriels mêlant une architecture de métal et de verre.

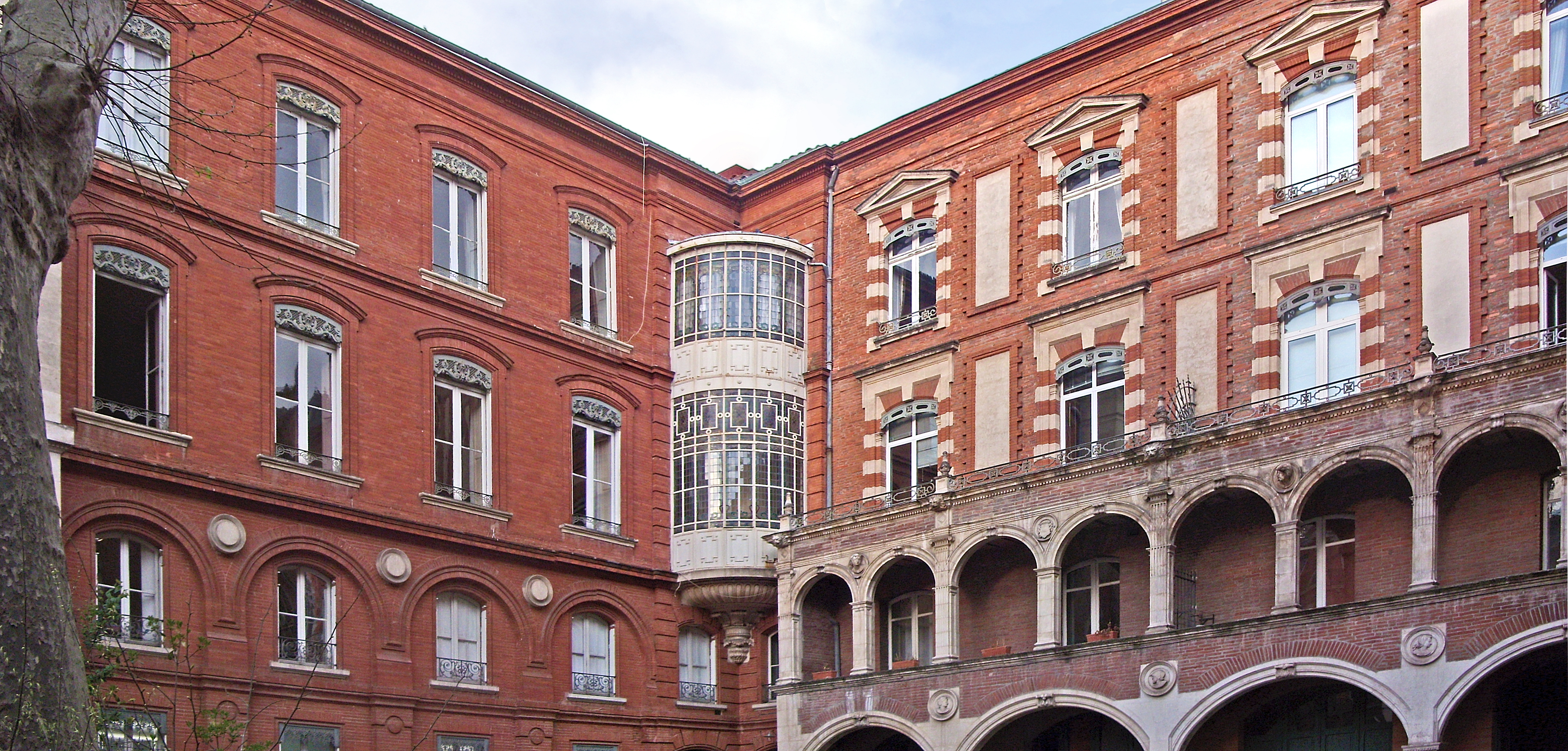
Hôtel Antonin : façades sur cour.
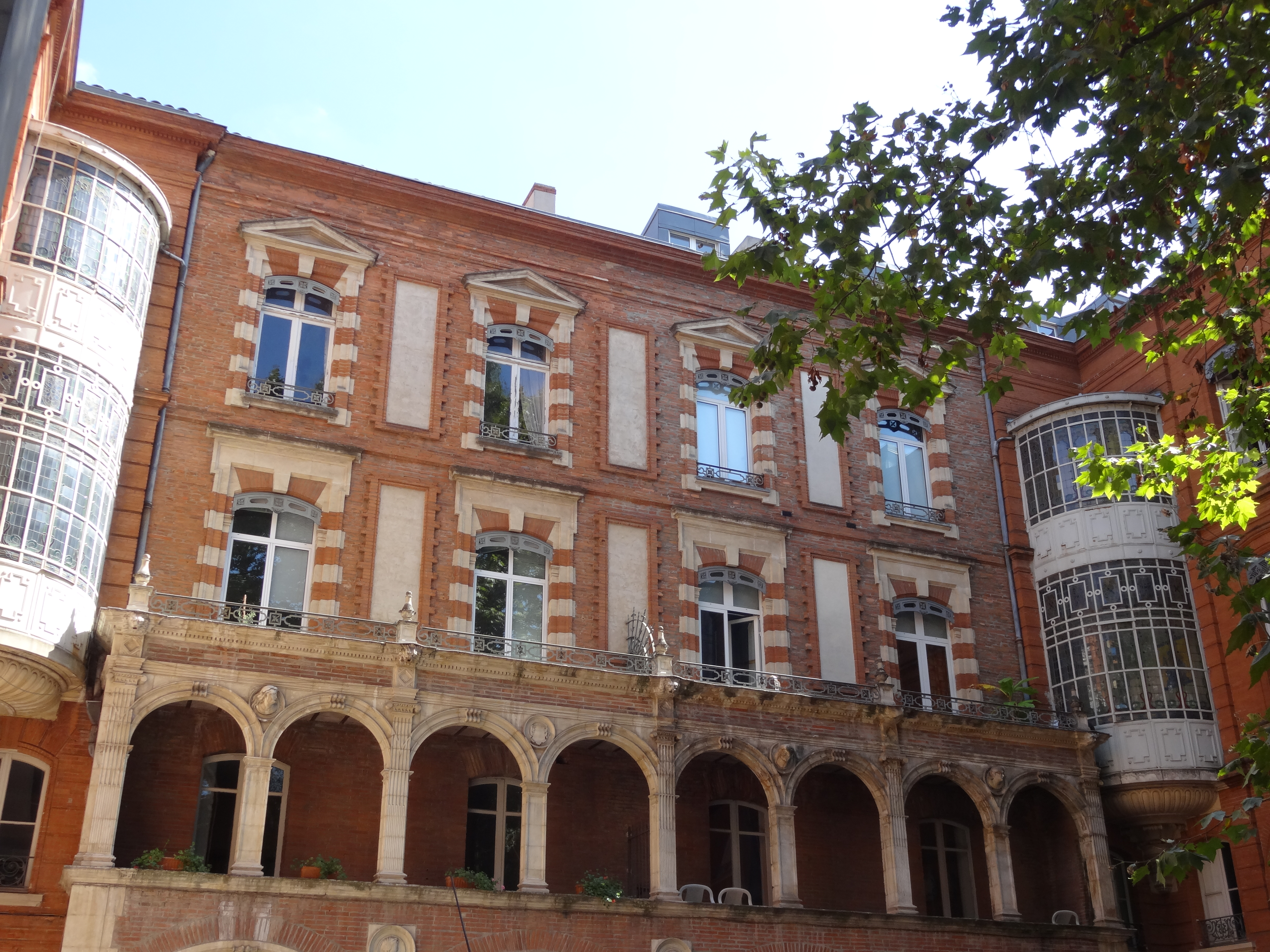
Antonin : élévation au-dessus des galeries Renaissance.
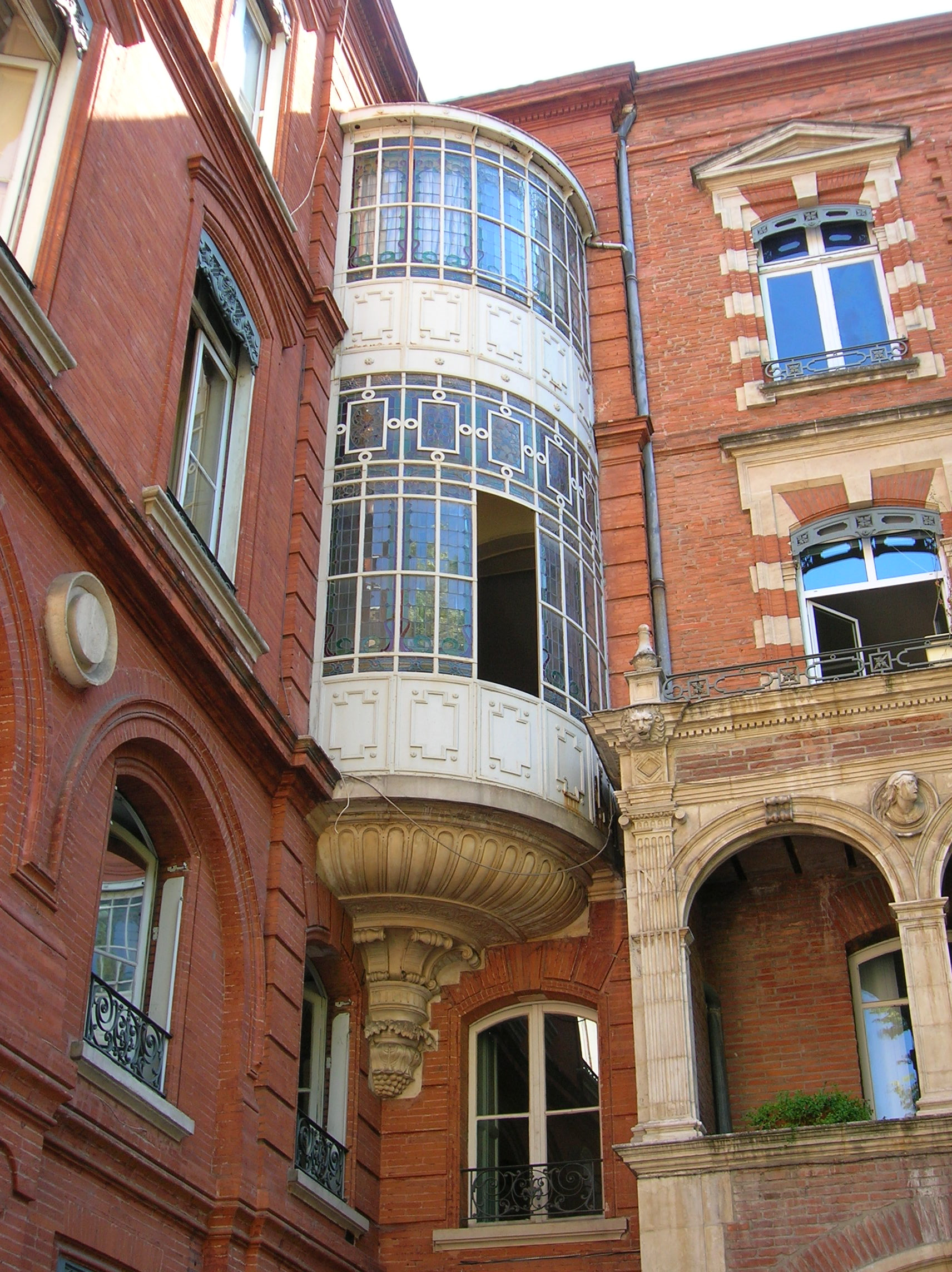
Antonin : oriel dans l'angle.
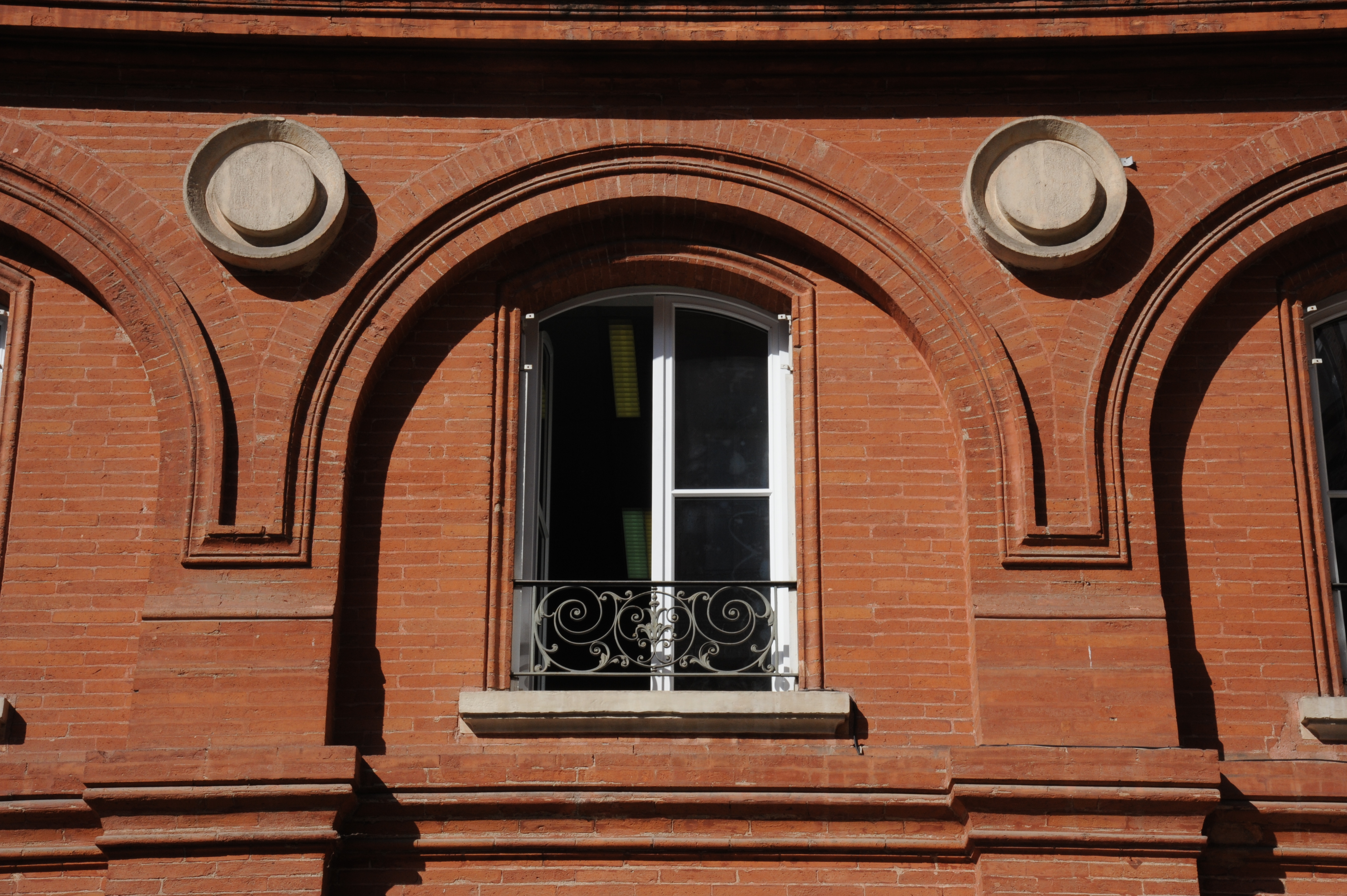
Antonin : arcades et médaillons stylisés rappelant ceux de l'hôtel de Pins.

#### L'hôtel Thomas de Montval
22 rue Croix-Baragnon. Inscrit MH.
Le propriétaire de cet hôtel, monsieur Thomas, avait obtenu de la Ville deux arcades et six médaillons de l'hôtel de Pins (détruit par le percement de la rue du Languedoc) à la condition de les présenter au public dans la construction nouvelle (1901-1904). Contrairement à l'hôtel Antonin qui allie l'architecture moderne aux vestiges Renaissance de ce même hôtel de Pins, les propriétaires et l'architecte Jules Calbairac font le choix pour l'hôtel Thomas de Montval de pasticher le style Renaissance. Huit arcades en plein cintre en pierre, copiées sur celles du XVIe siècle, articulent la cour, et les médaillons provenant de l'hôtel de Pins (attribués à Nicolas Bachelier) sont complétés par d'autres dans le même style, certains de la propre main du propriétaire, sculpteur à ses heures. En fond de cour deux cartouches en fort relief rappellent les deux dates de création : 1535 et 1904. Pour le reste des élévations, l'architecte Jules Calbairac emprunte plus au style brique et pierre de Dominique Bachelier (postérieur à 1560) qu'à celui de l'époque de Jean de Pins et de Jean de Nolet (1528-1542).

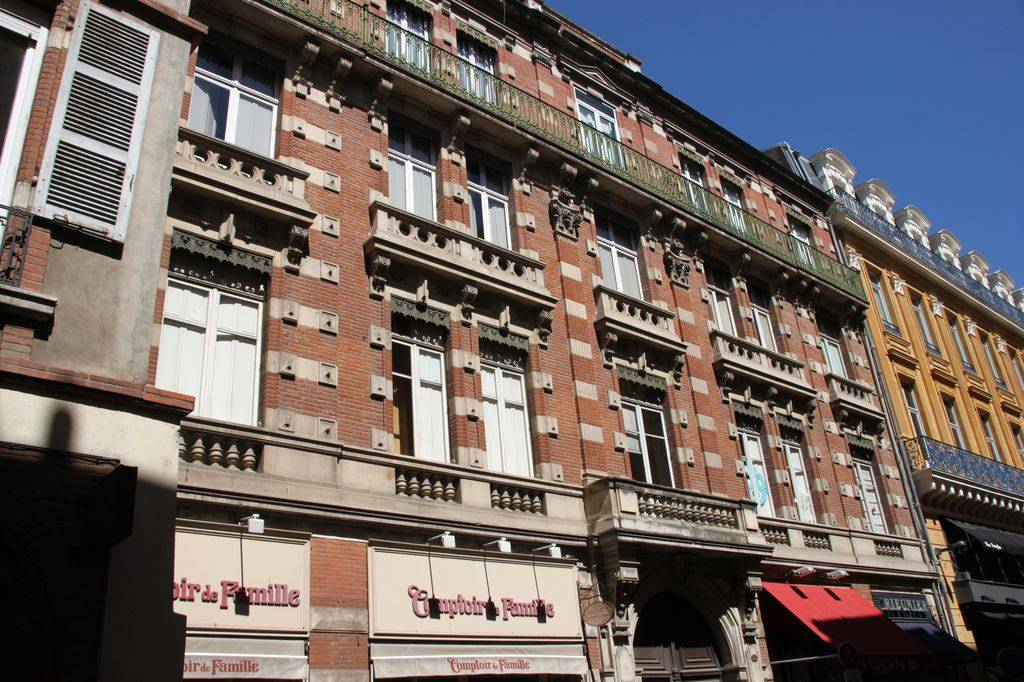
Hôtel Thomas de Montval.
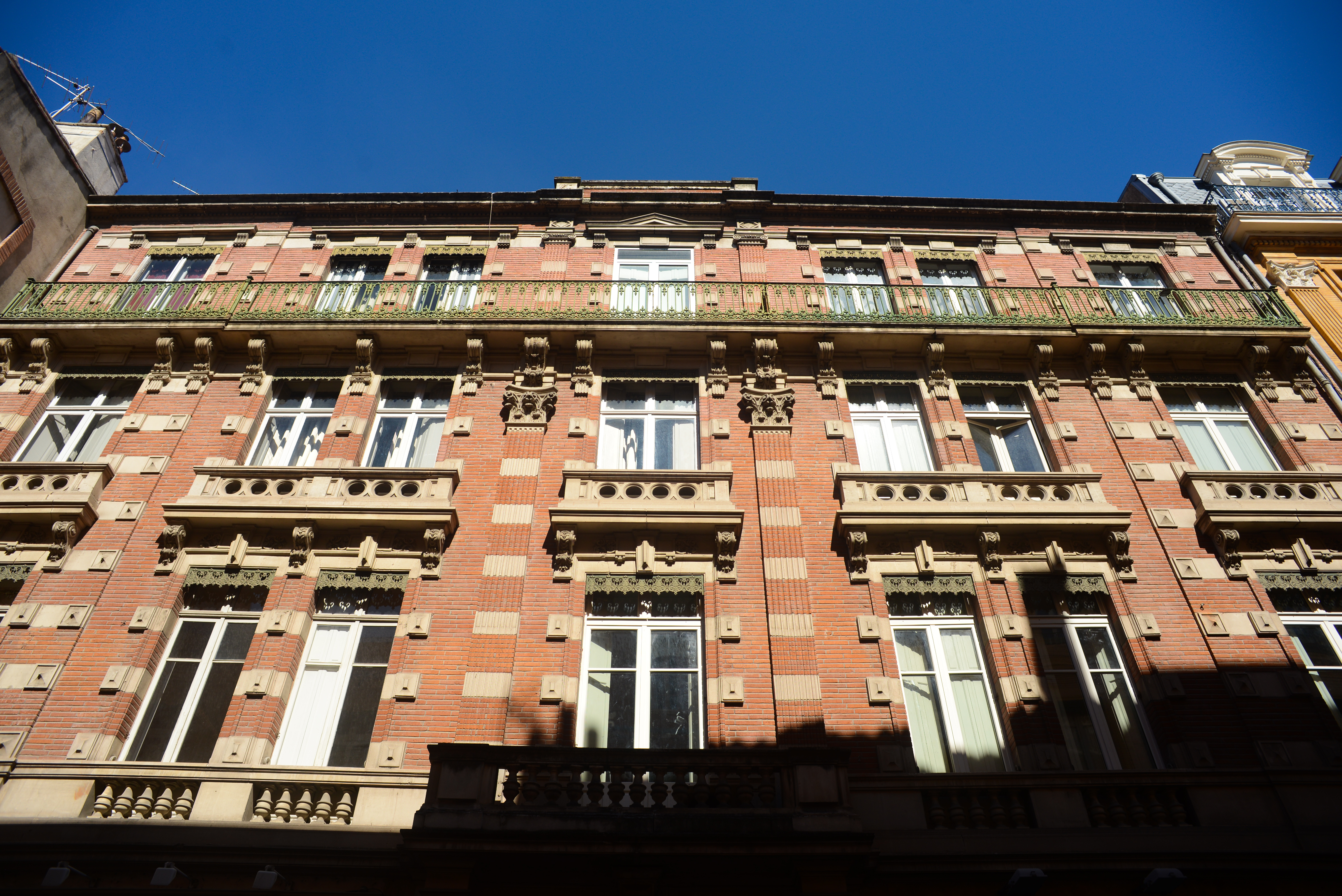
Thomas de Montval : façade sur rue.
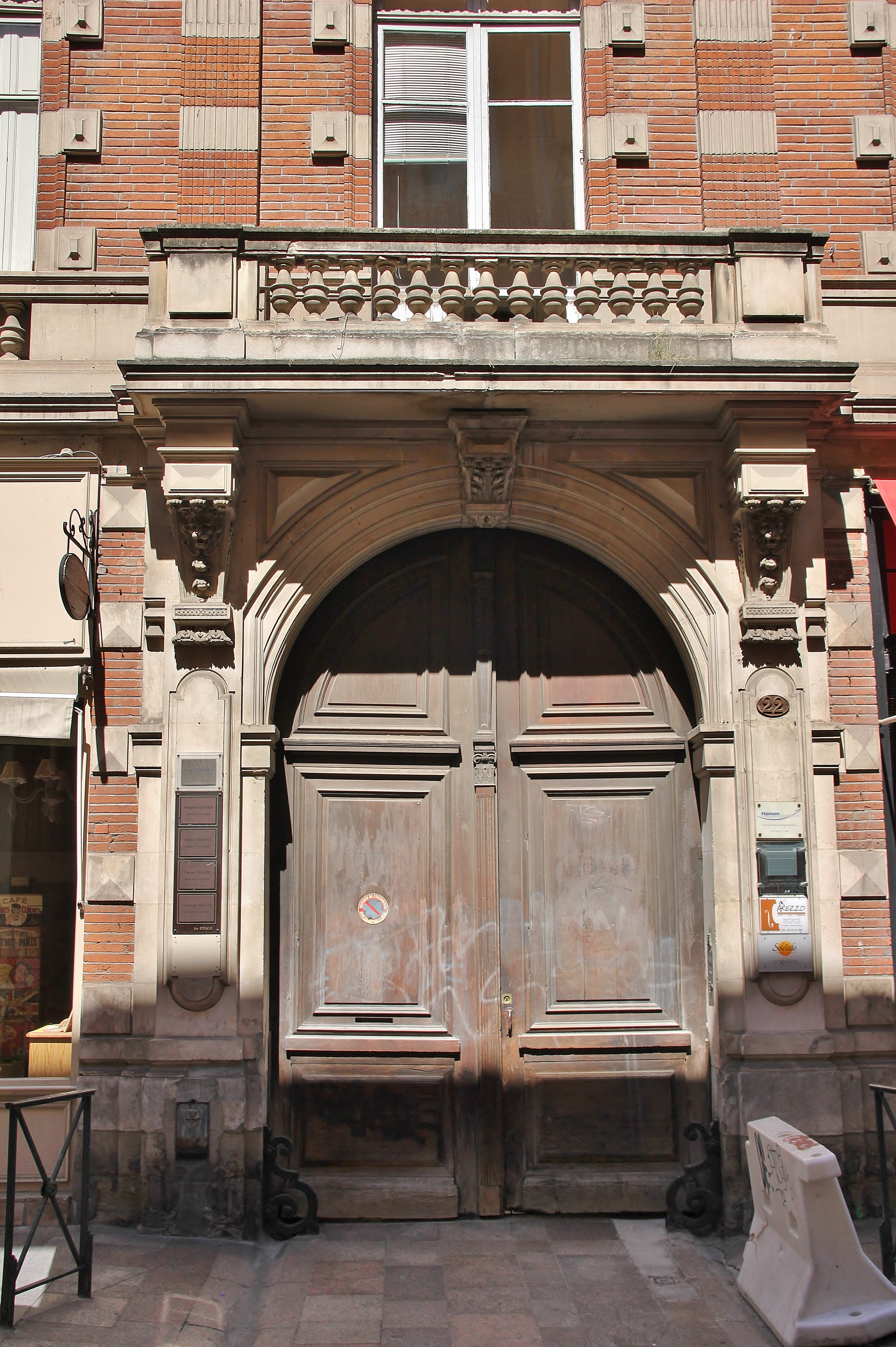
Thomas de Montval : portail d'entrée.
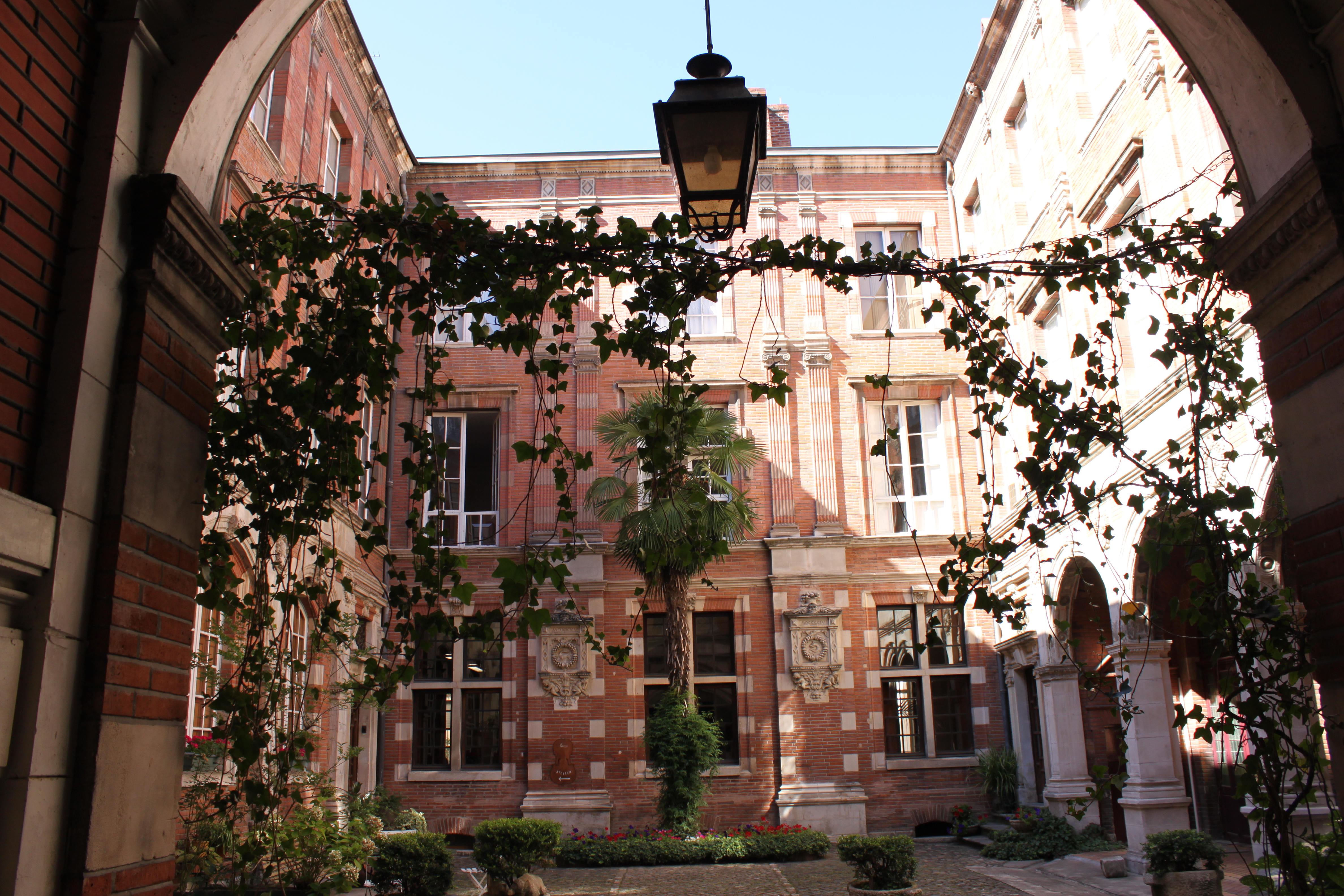
Thomas de Montval : la cour.
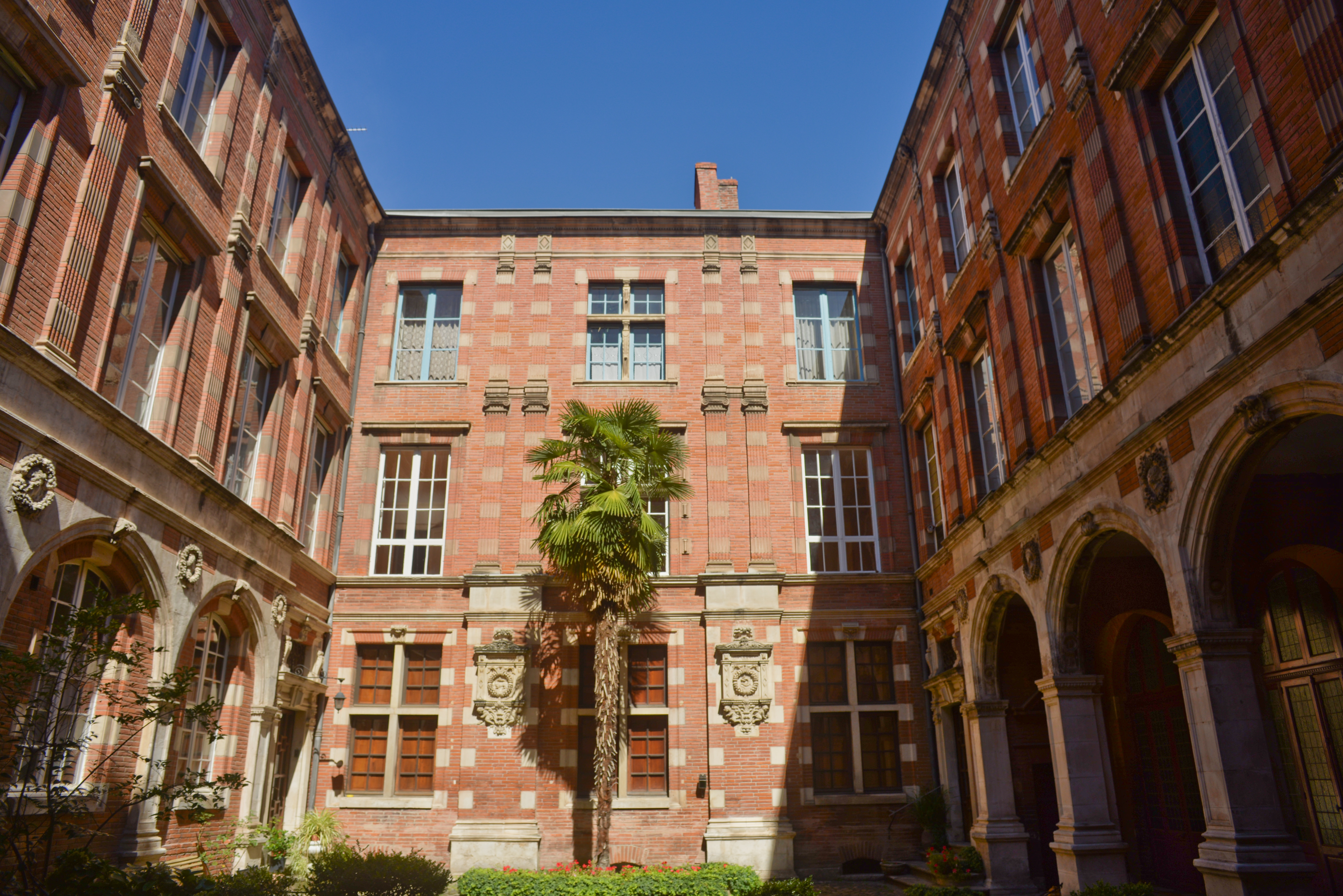
Thomas de Montval : la cour avec, sur les ailes, les galeries Renaissance de l'hôtel de Pins.
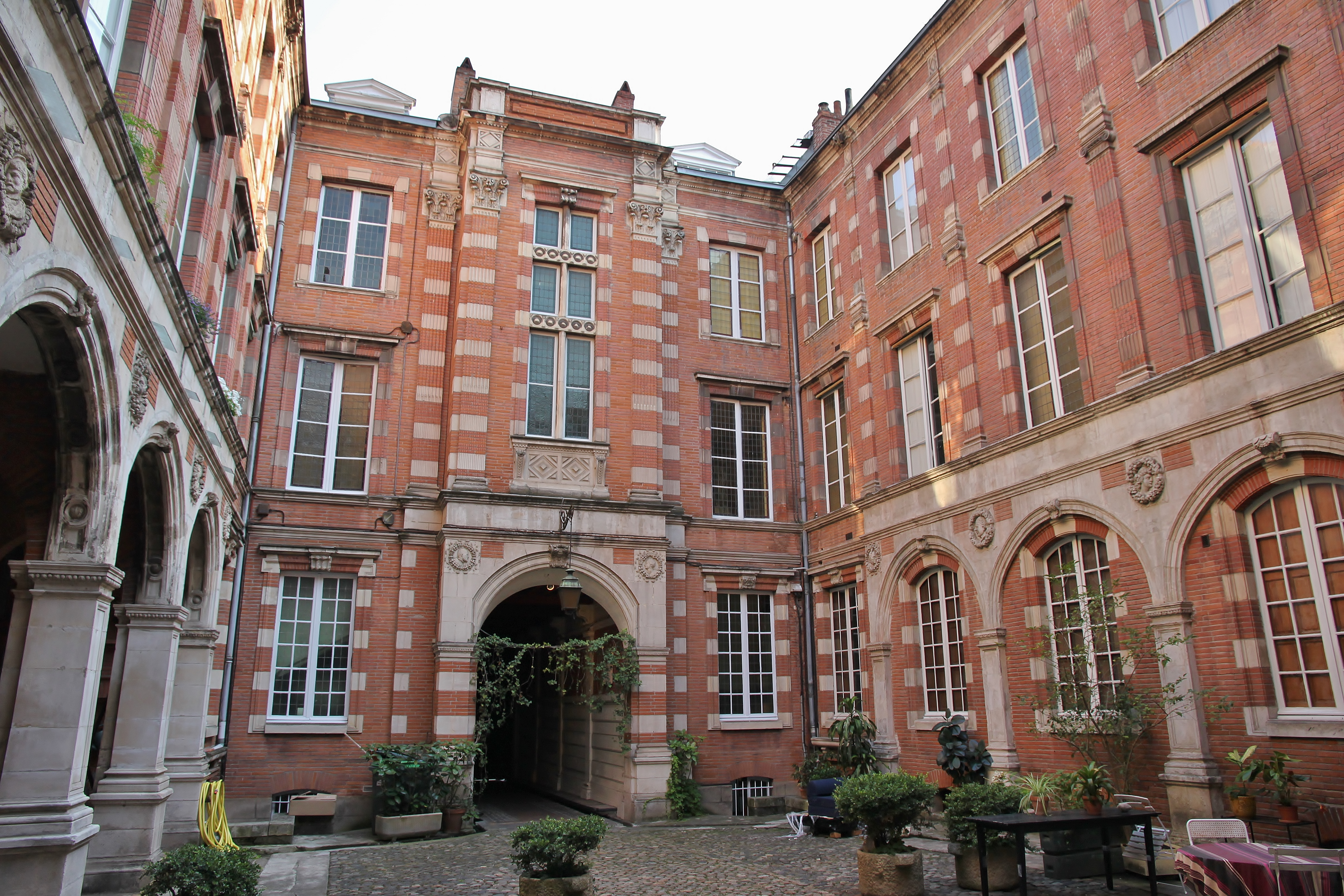
Thomas de Montval : façade sur cour et passage d'entrée.
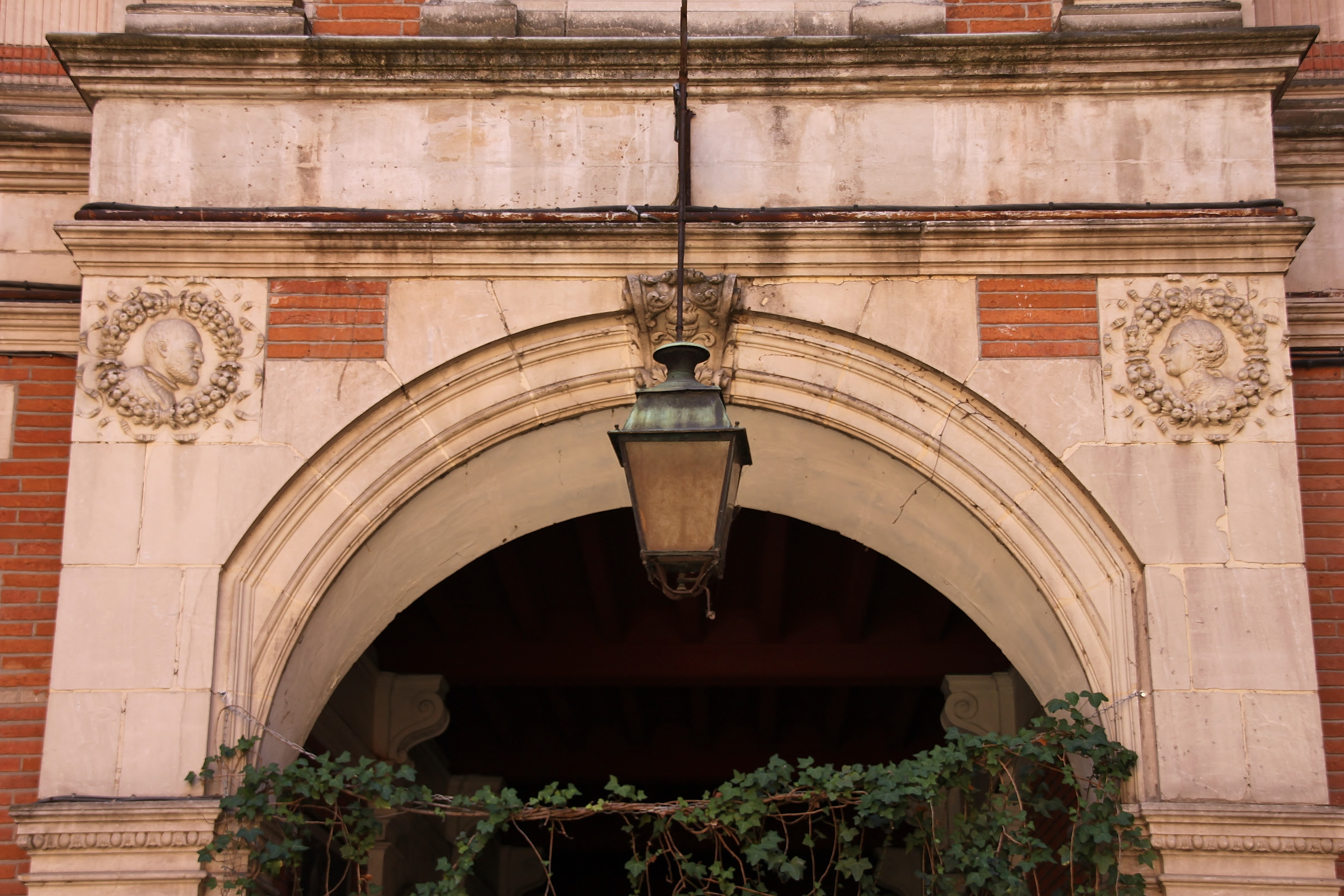
Thomas de Montval : les propriétaires se sont représentés en médaillon dans le style Renaissance de ceux de Nicolas Bachelier.
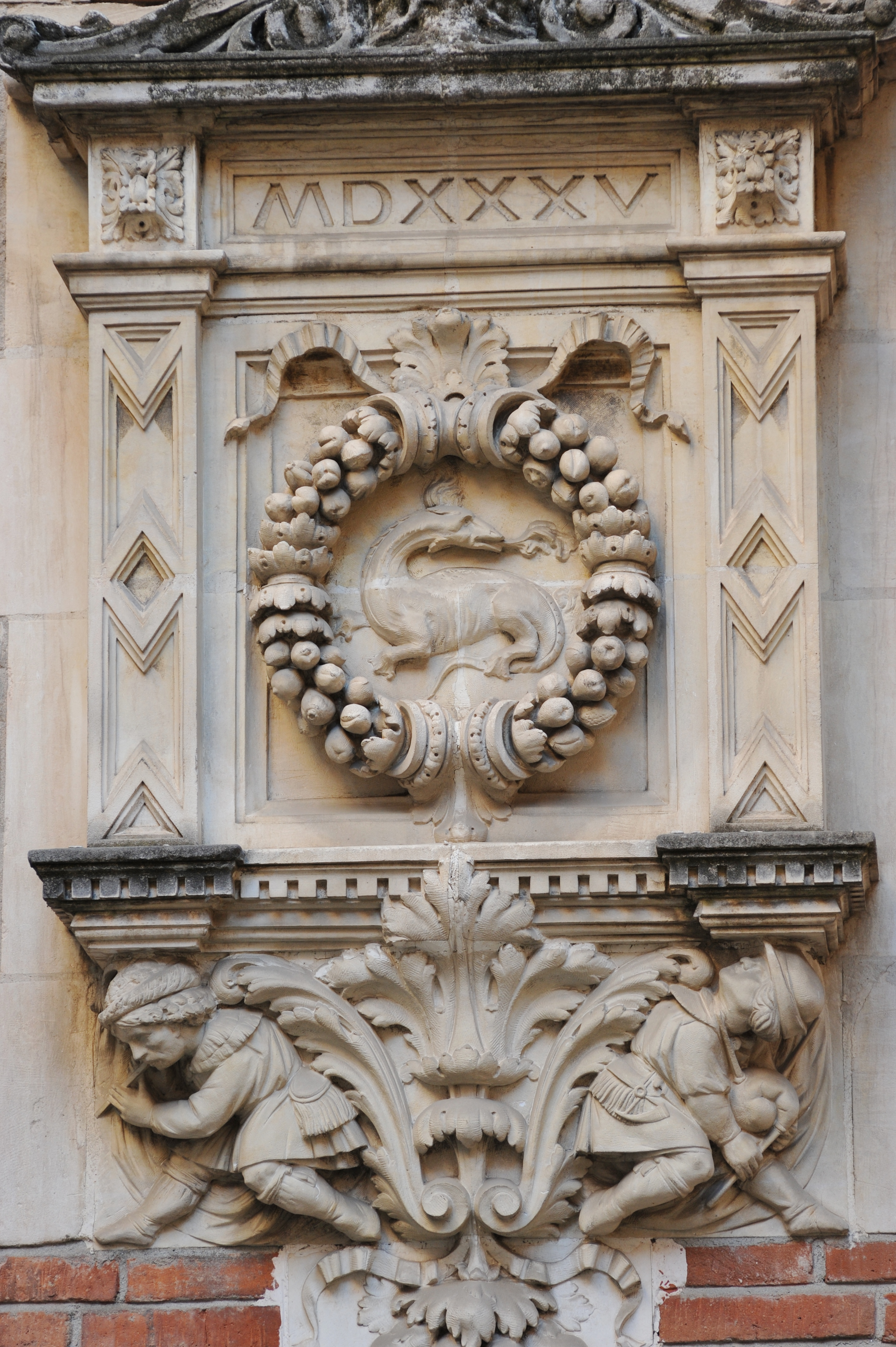
Thomas de Montval : date de 1535 en chiffres romains.
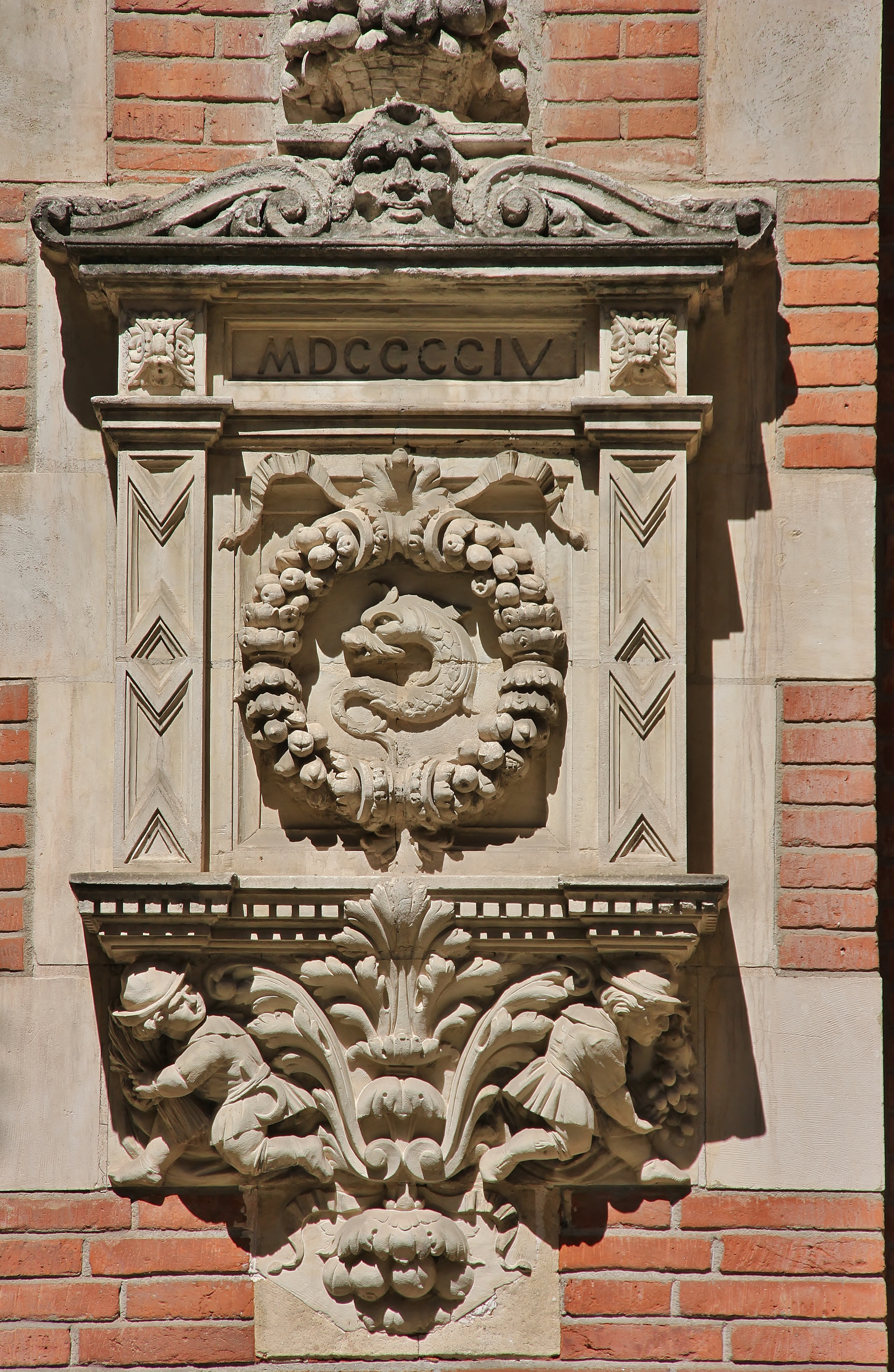
Thomas de Montval : date de 1904 en chiffres romains.
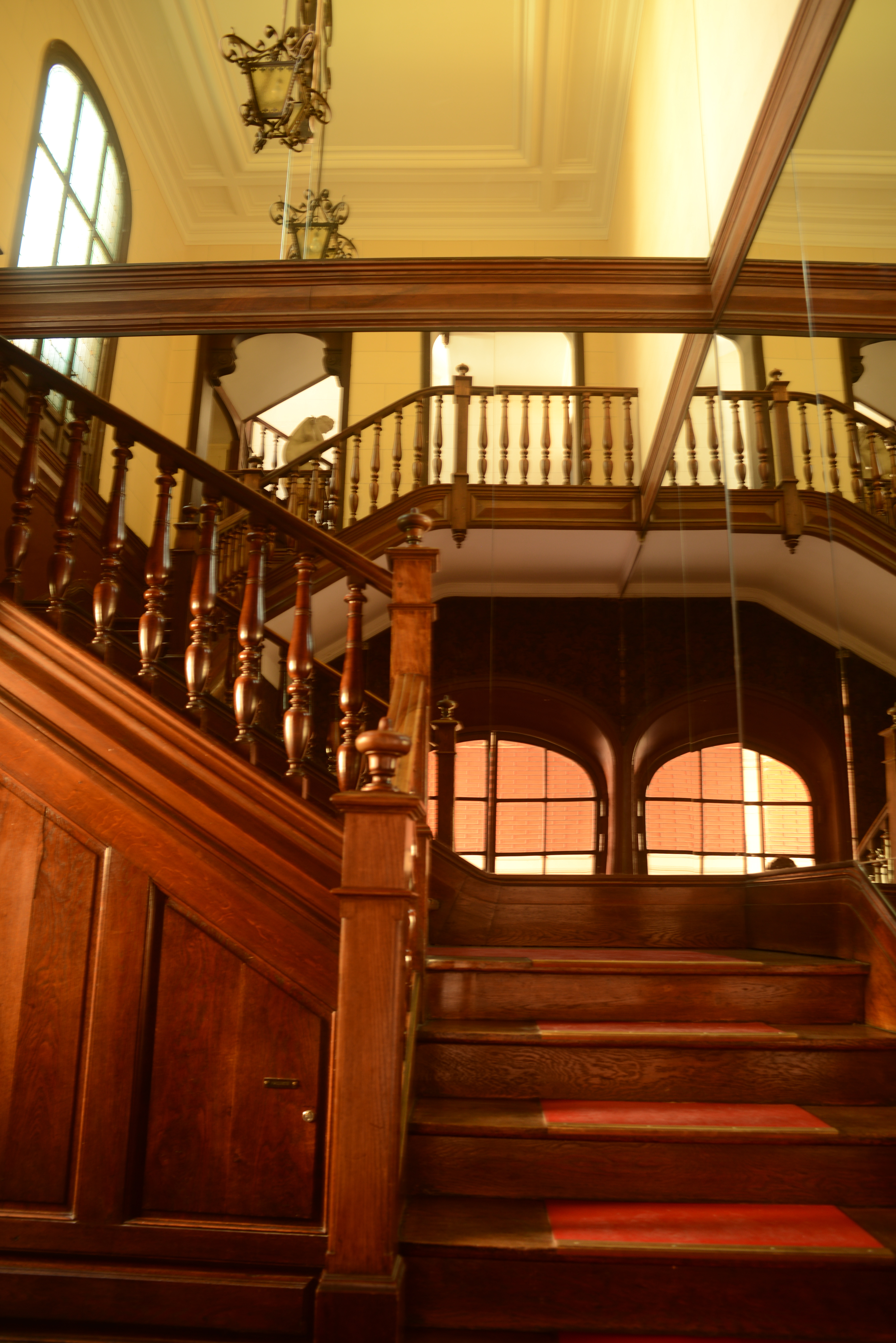
Thomas de Montval : l'escalier.

#### L'hôtel de Puymaurin (cour)
34 rue du Languedoc. Inscrit MH (pour la rampe d'escalier du XVIIIe siècle).
En fond de cour, un corps de bâtiment néo-Renaissance avec médaillons, agrafes, pointes de diamant sculptés en pierre et surmonté d'un bow window est venu au tournant du XXe siècle s'appuyer sur l'élévation d'origine.

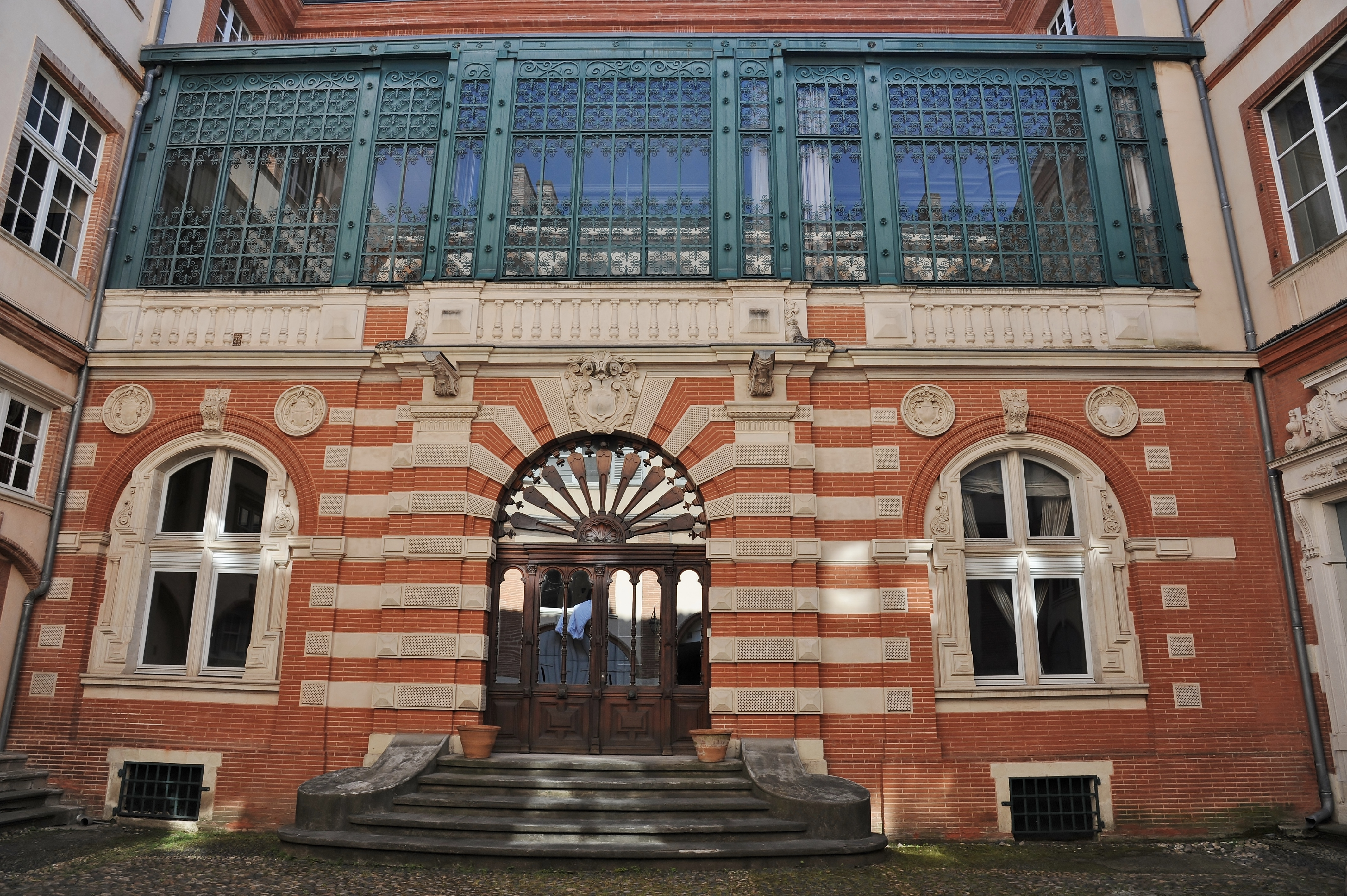
Hôtel de Puymaurin : façade en fond de cour.
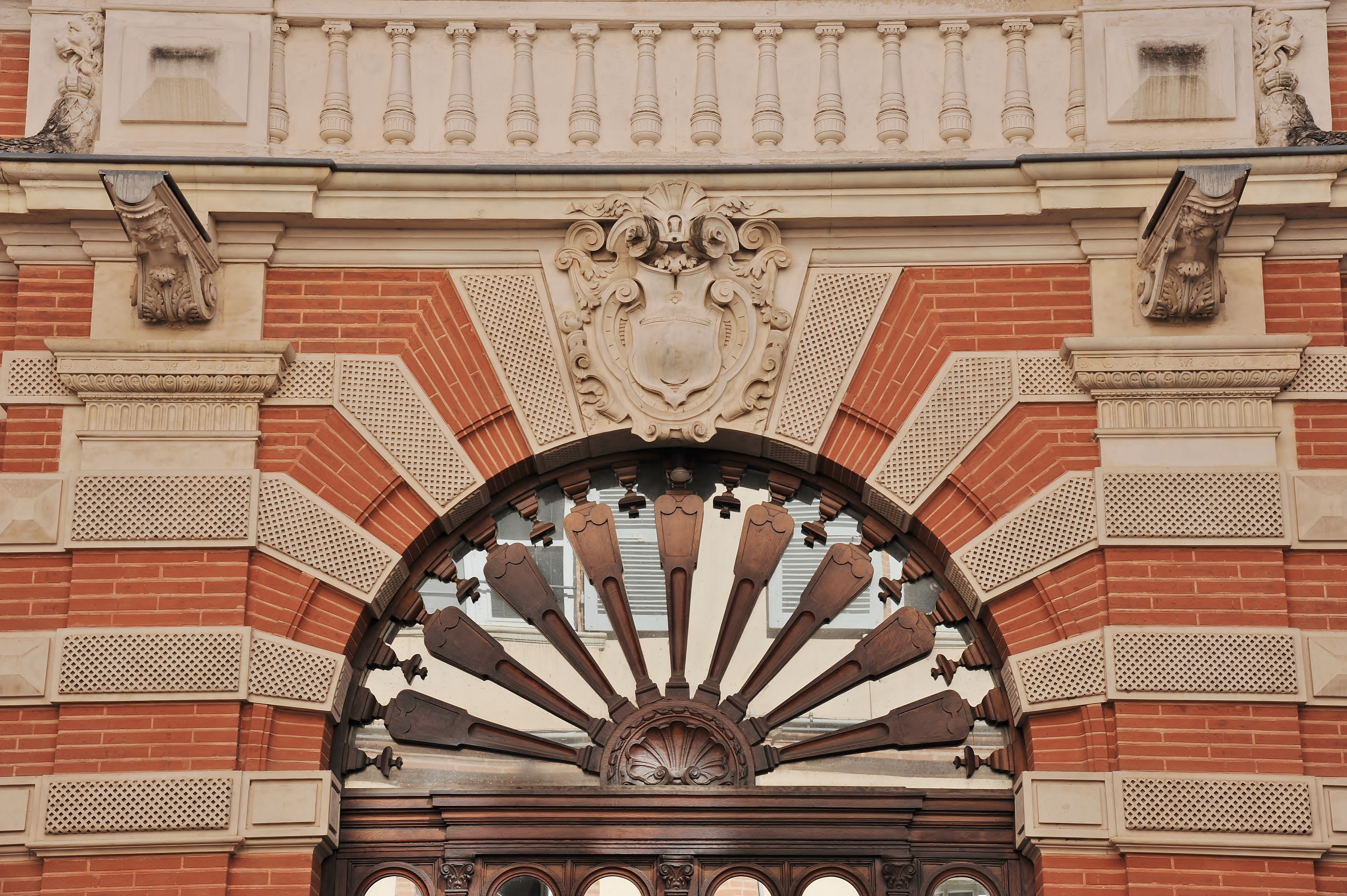
Puymaurin : détail.
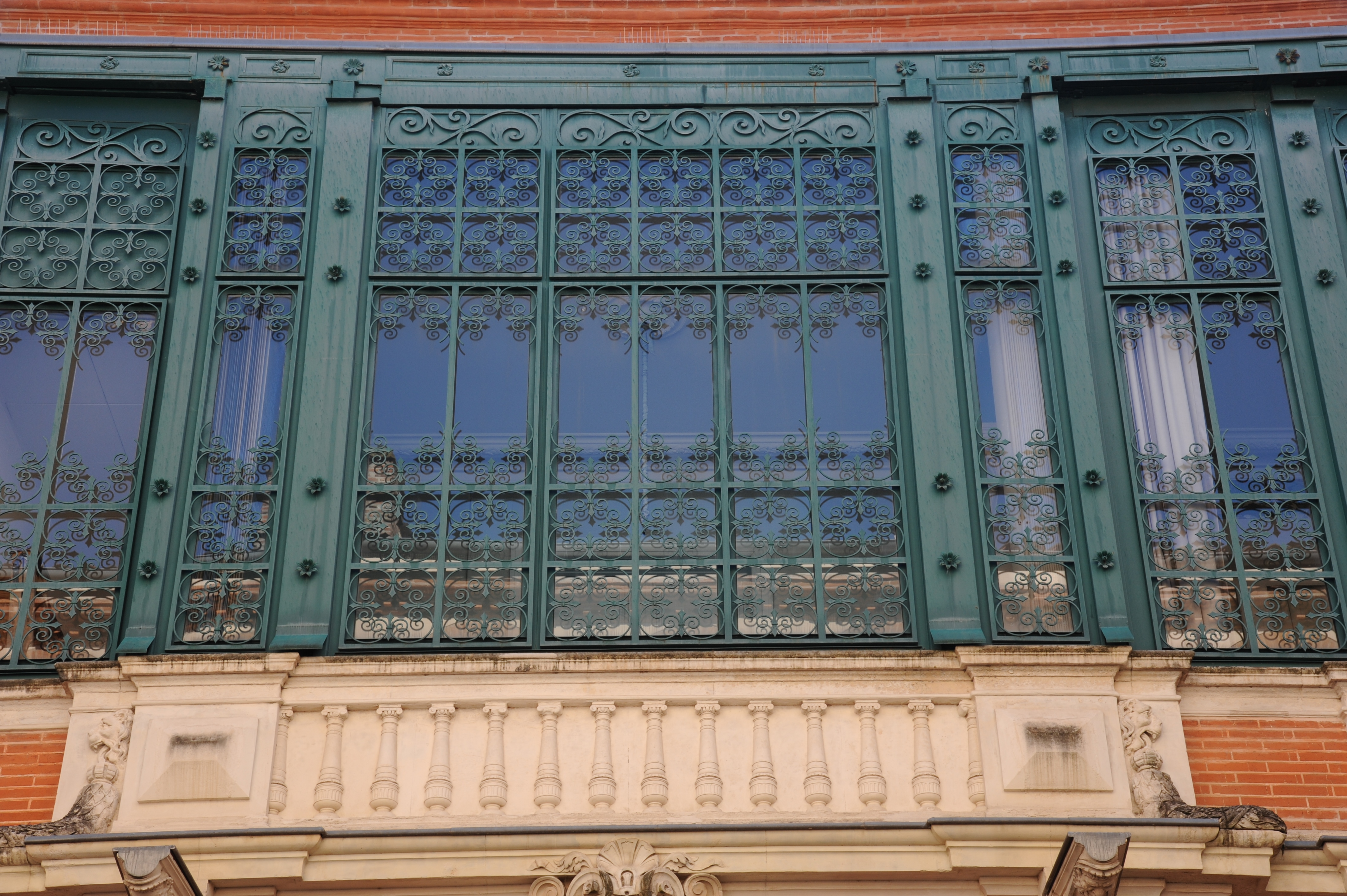
Puymaurin : bow window.
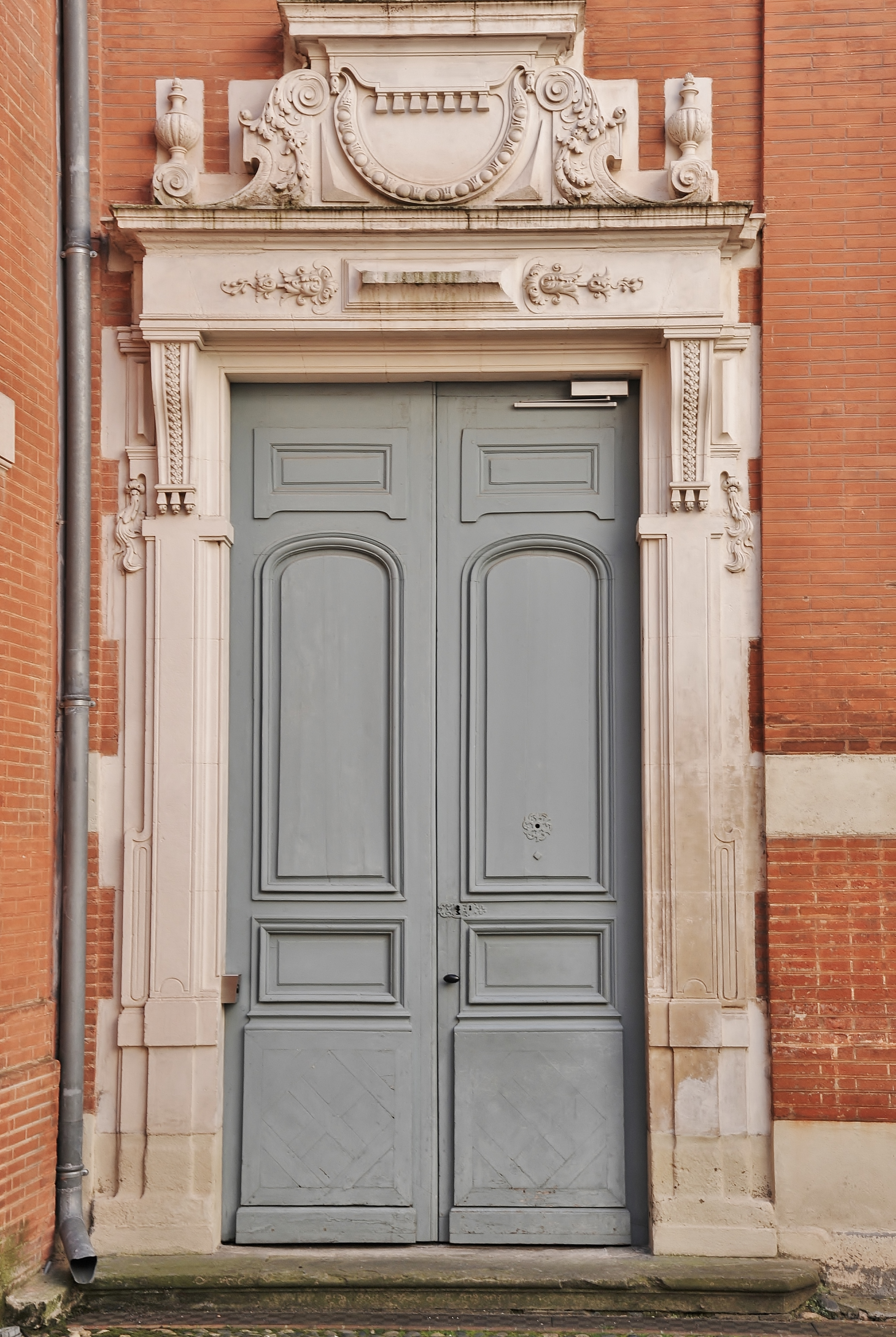
Puymaurin : porte latérale.

#### L'hôtel Pauilhac
68, 72 et 76 boulevard de Strasbourg, et 3 rue Roquelaine. Non protégé MH.
Cet hôtel, édifié sur l'ancien hôtel Léotard vers 1859 par la famille Pauilhac, associée à la famille Bardou dans la société JOB, fut divisé en trois parcelles entre les héritiers de Léon Pauilhac à sa mort en 1890. À leur tour, les héritiers apportèrent jusque dans les premières années du XXe siècle des modifications substantielles aux bâtiments de ces parcelles, organisés autour de deux cours.
La parcelle du 76 boulevard de Strasbourg accueille un hôtel de style Louis XVI appelé hôtel Calvet, édifié par l'architecte Barthélemy Guitard en 1910. 
La parcelle du 72 boulevard de Strasbourg, appelée hôtel Marsan, abrite notamment en fond de cour un bâtiment néogothique décoré de sculptures représentant par exemple un arbalétrier ou un chevalier.
La parcelle du 68 boulevard de Strasbourg / 3 rue Roquelaine est modifiée en 1898 pour Georges Pauilhac par l'architecte Barthélemy Guitard qui prolonge l'élévation du boulevard, ajoute un corps perpendiculaire scindant l'ancienne cour en deux, et élève un grand bâtiment en fond de cour servant d'écuries. Cet hôtel a abrité la très réputée collection d'armes de Georges Pauilhac, qualifiée de « dernière grande armeria d'Europe », dont le musée des Invalides racheta l'essentiel à sa mort. L'hôtel a ensuite été profondément remanié lors de l'ajout de bâtiments contemporains en 1962, mais a conservé des façades anciennes sur la cour et quelques vestiges d'intérieurs art nouveau.

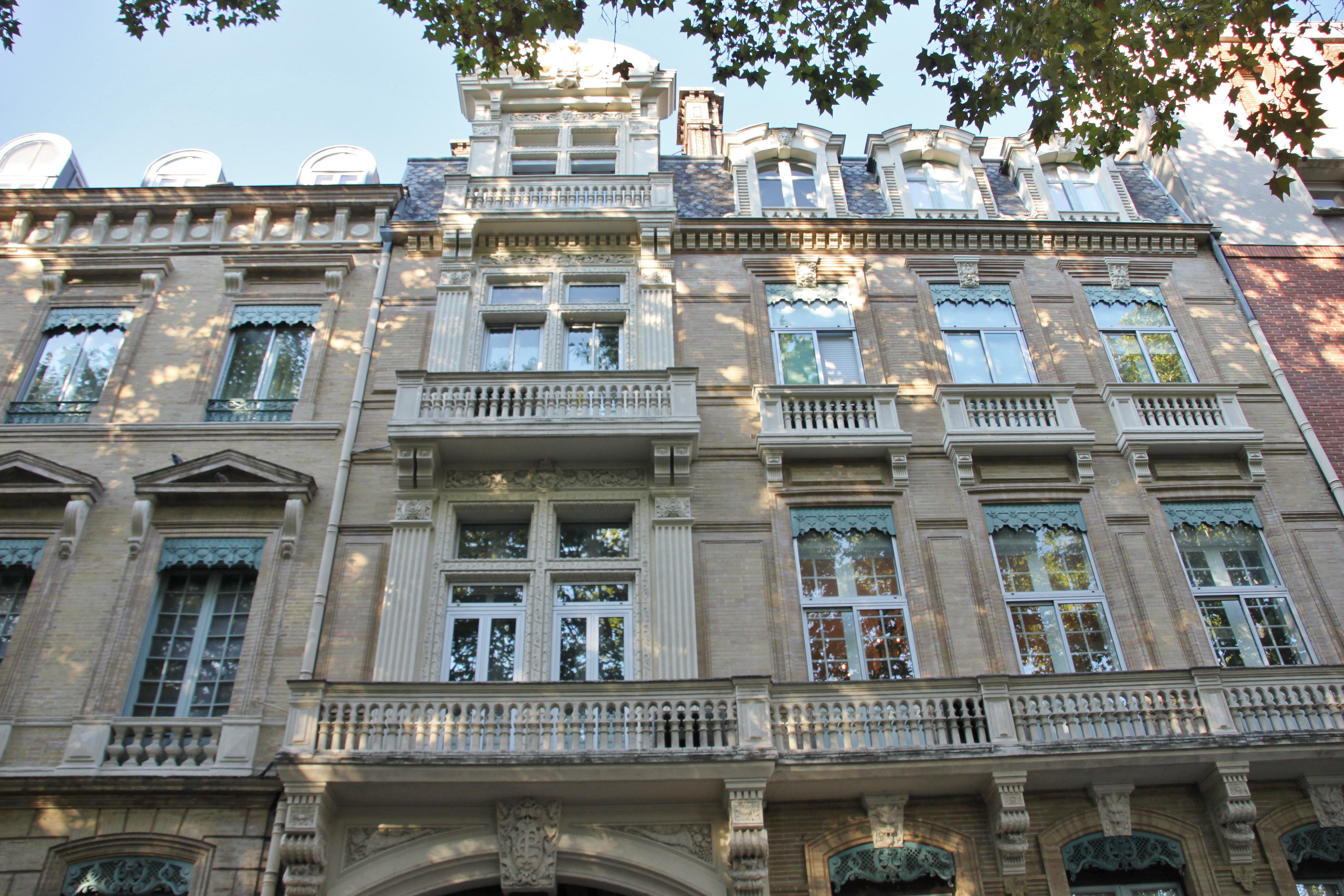
Hôtel Pauilhac, façade sur le boulevard de Strasbourg.
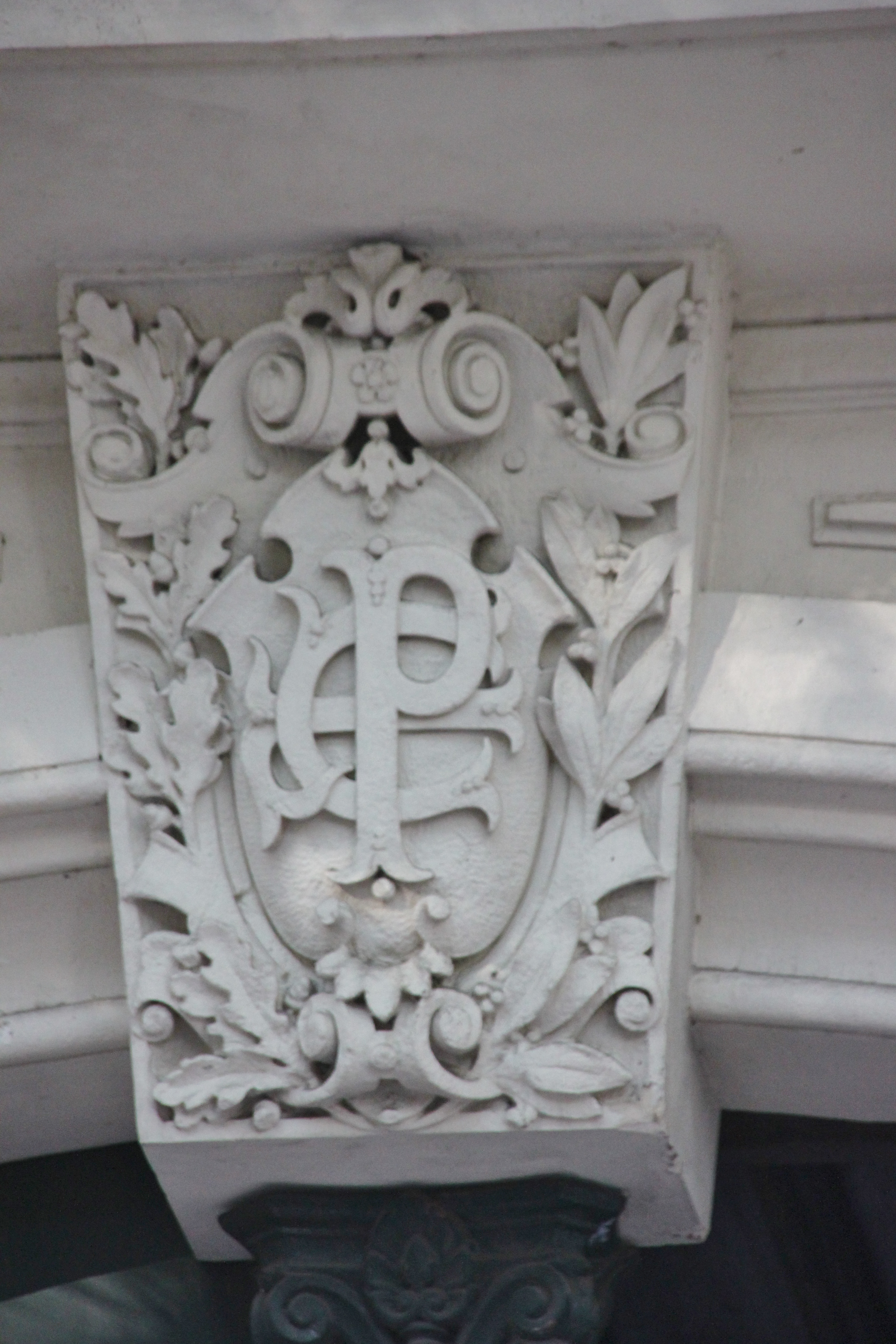
Hôtel Pauilhac : initiales de Georges Pauilhac sur la clé d'arc.
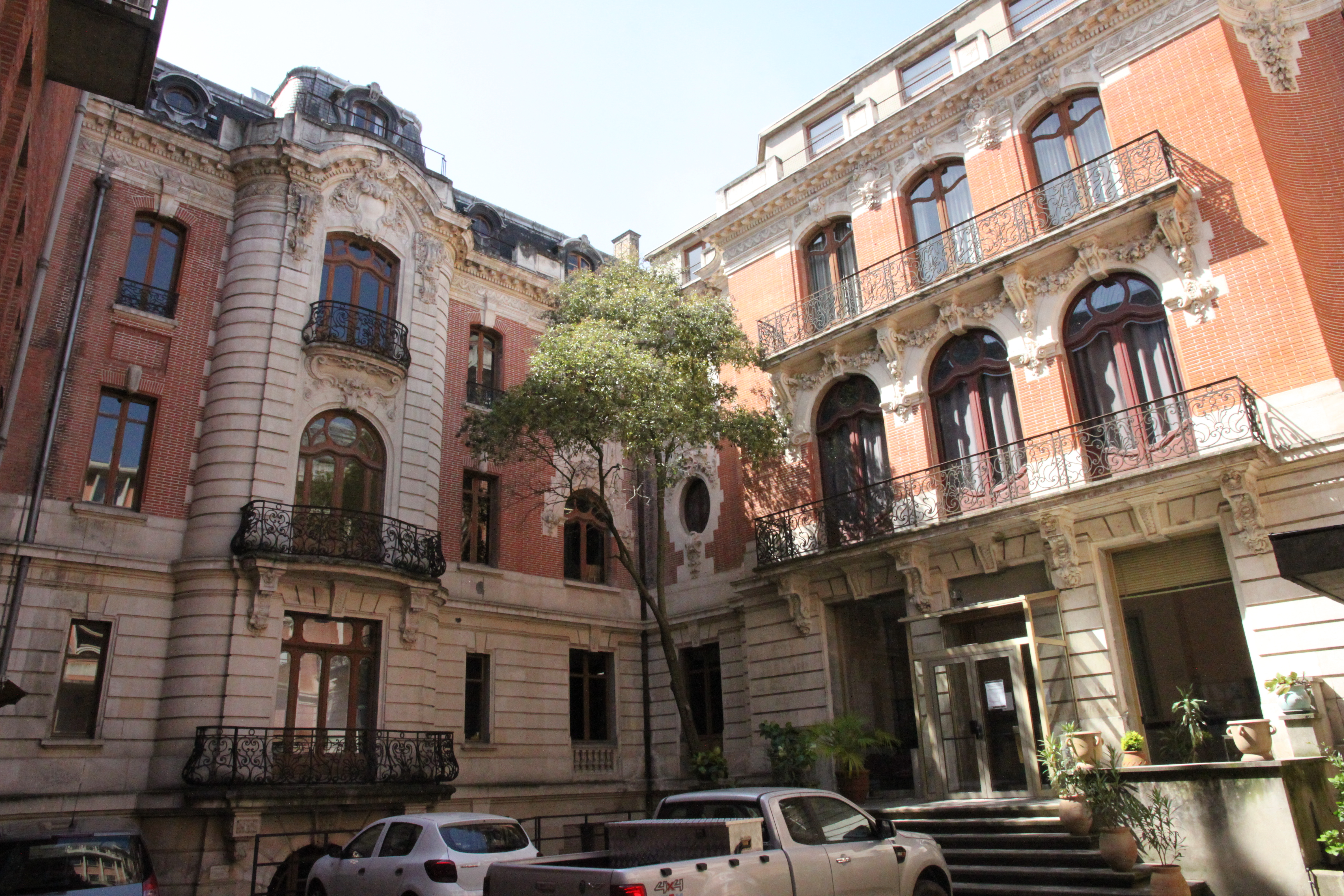
Hôtel Pauilhac : élévations sur cour côté rue Roquelaine.
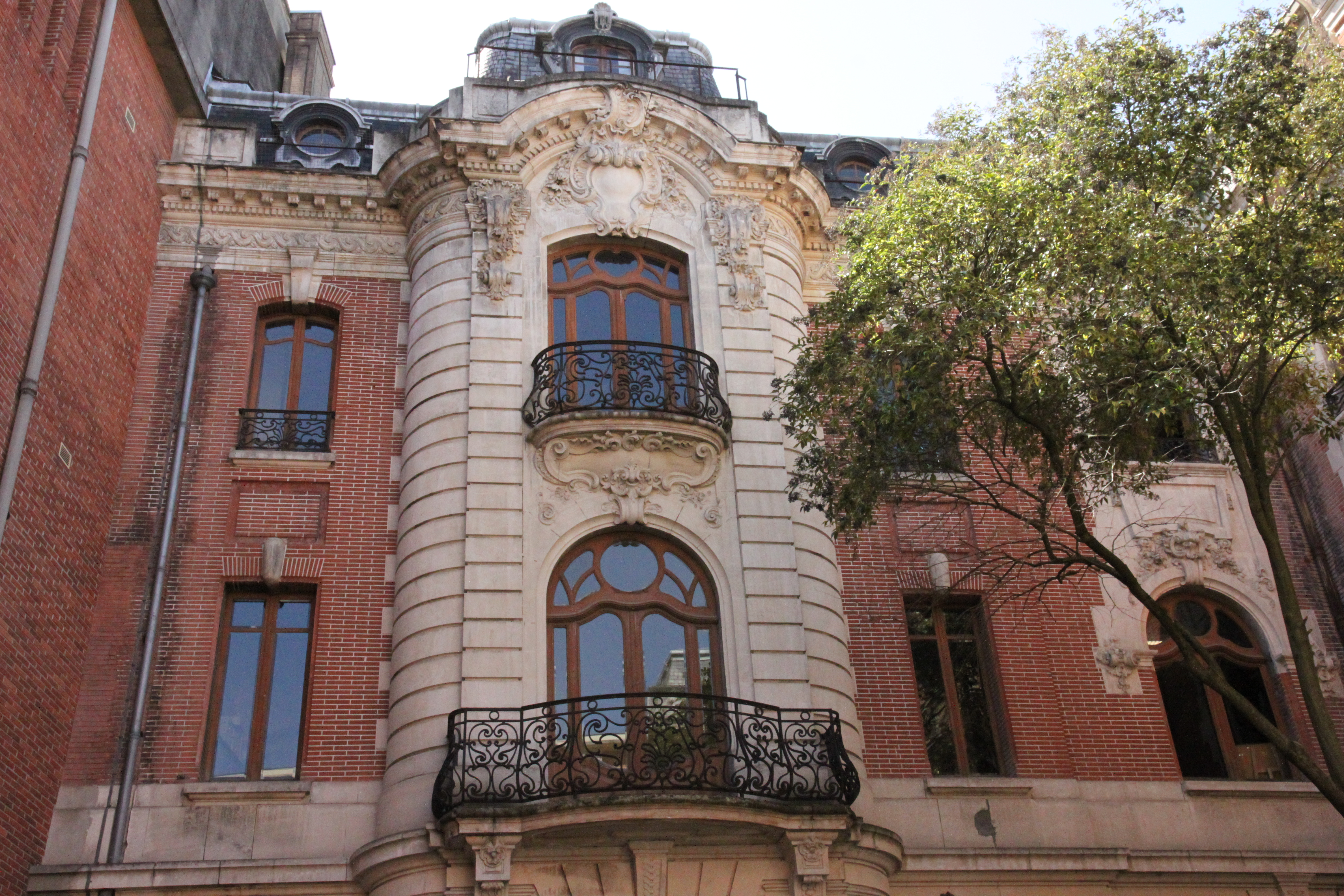
Hôtel Pauilhac.
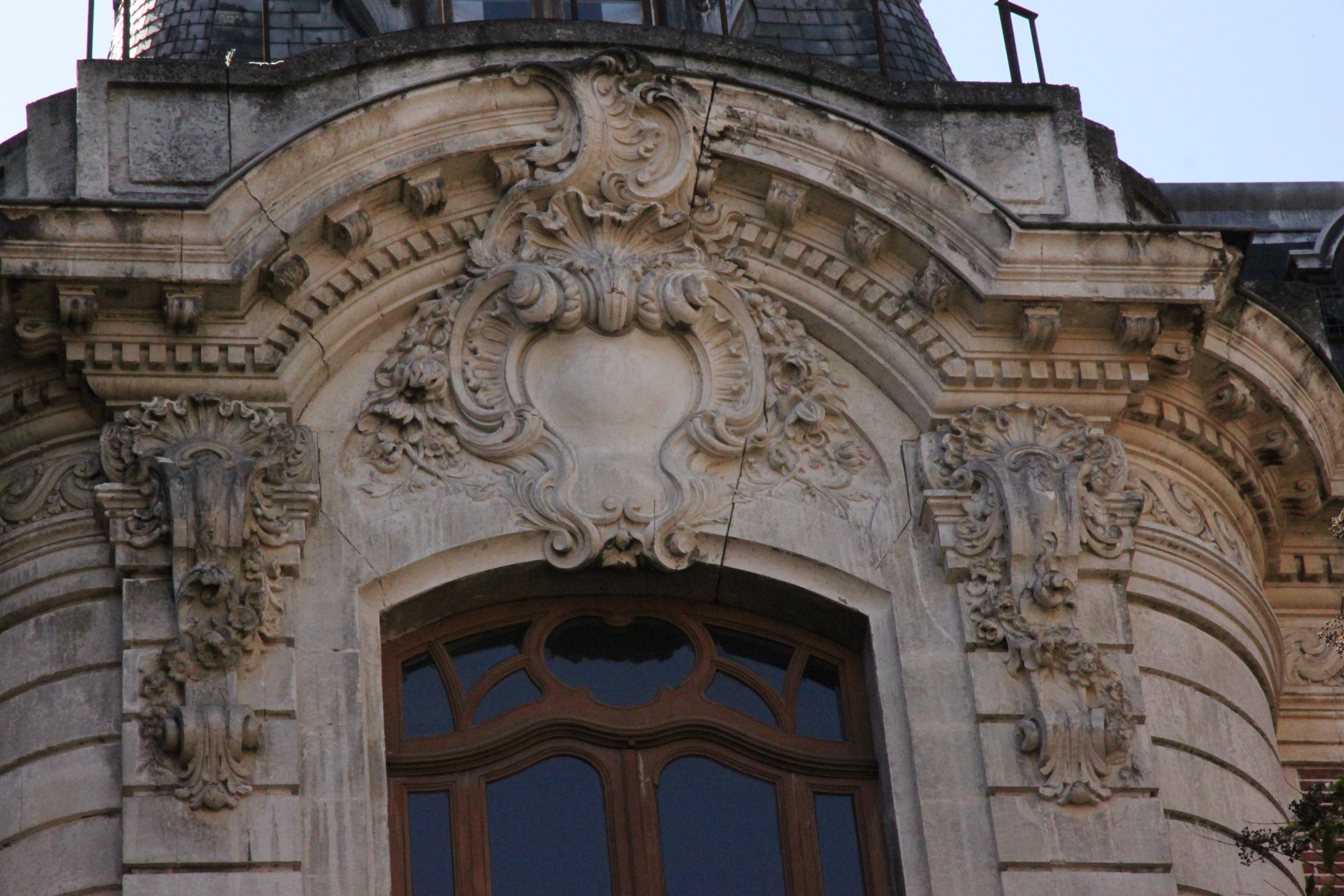
Hôtel Pauilhac.
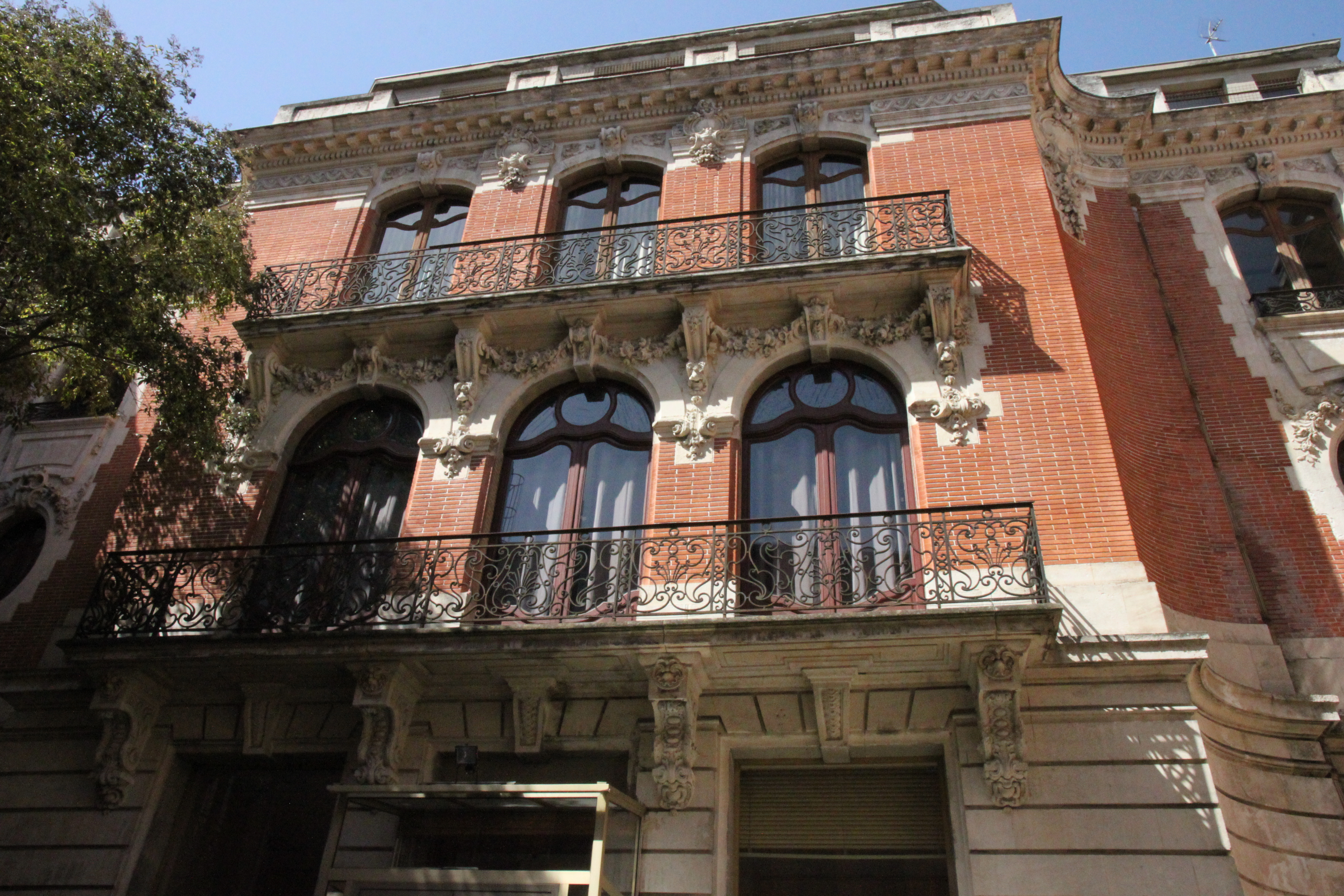
Hôtel Pauilhac.
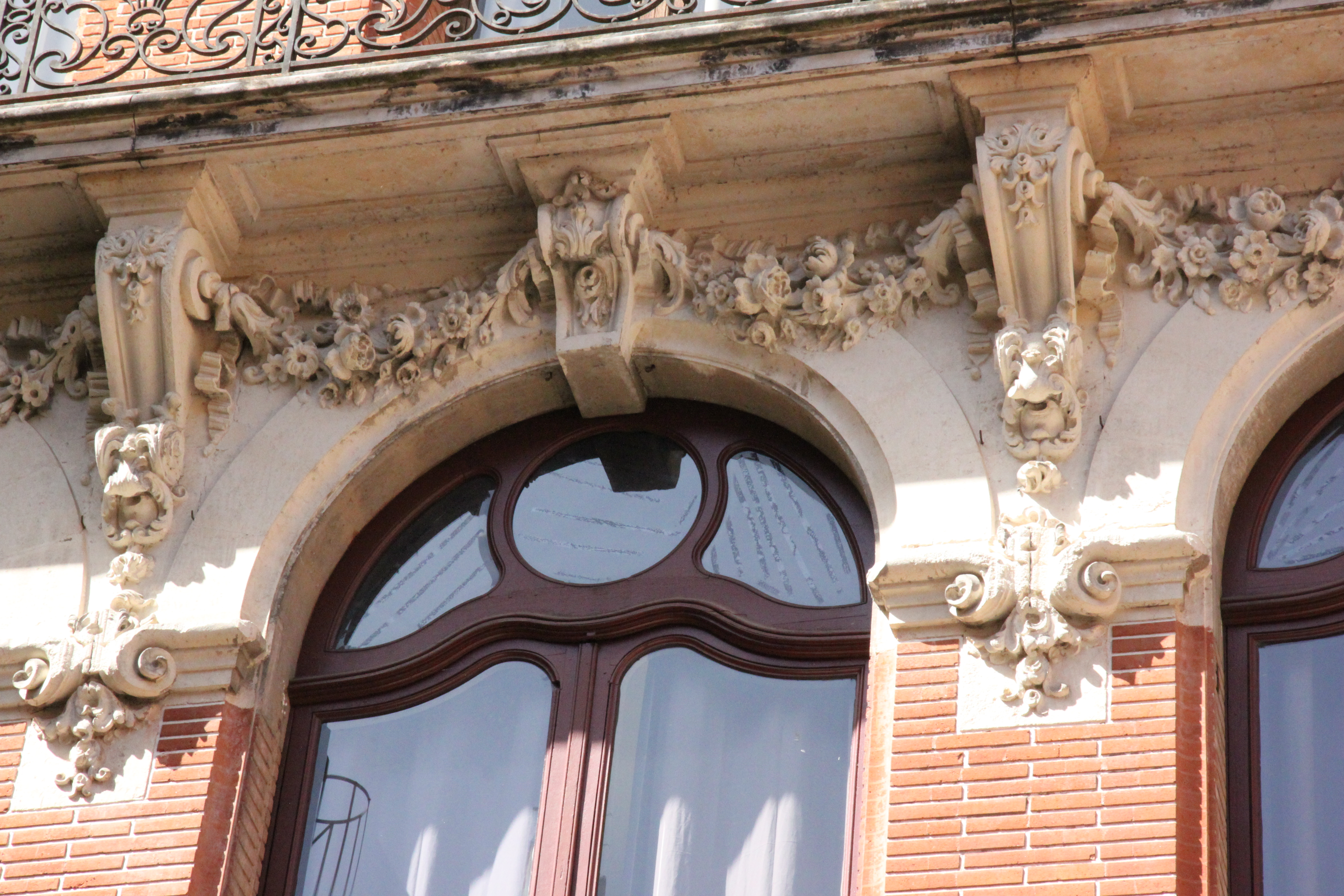
Hôtel Pauilhac.
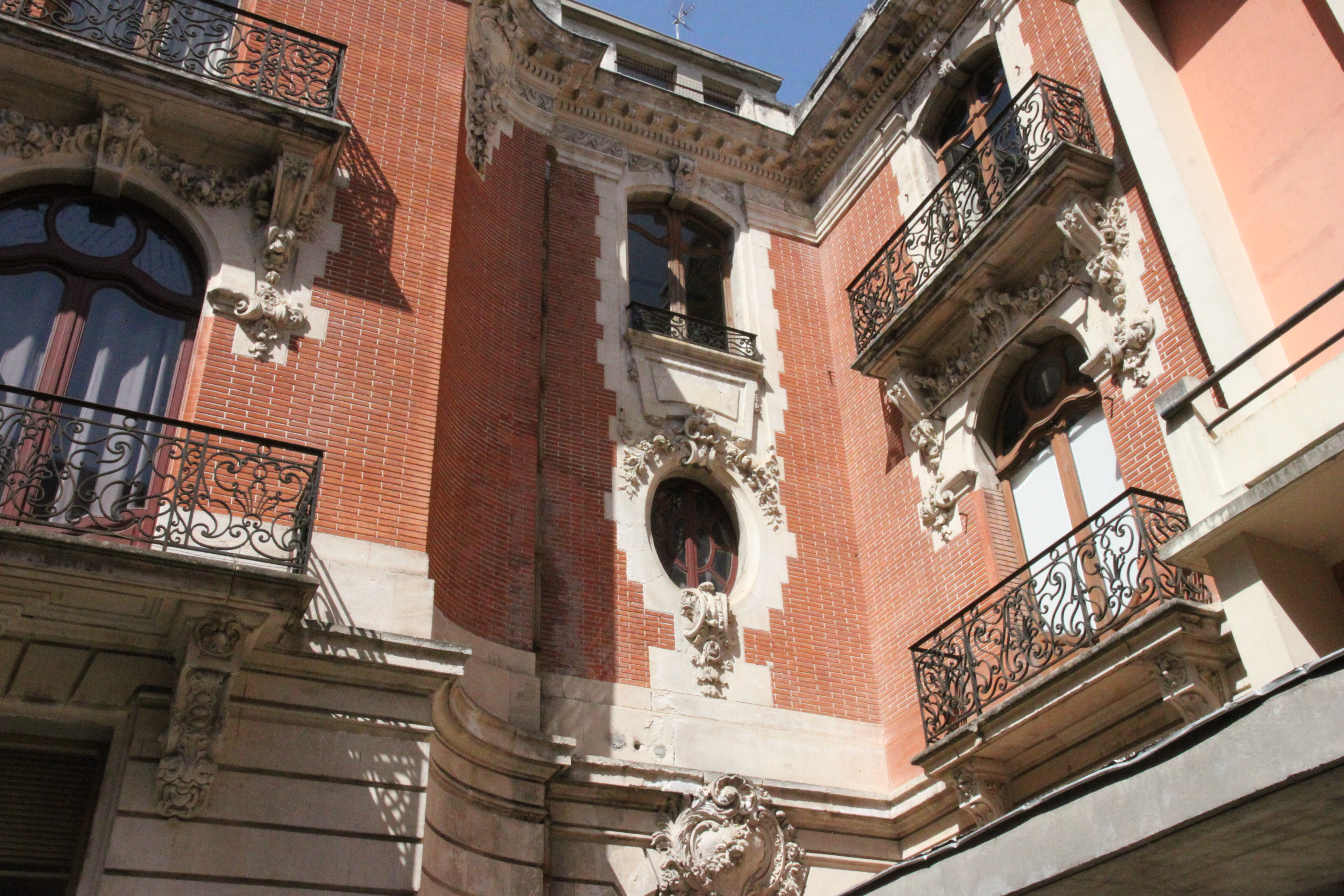
Hôtel Pauilhac.
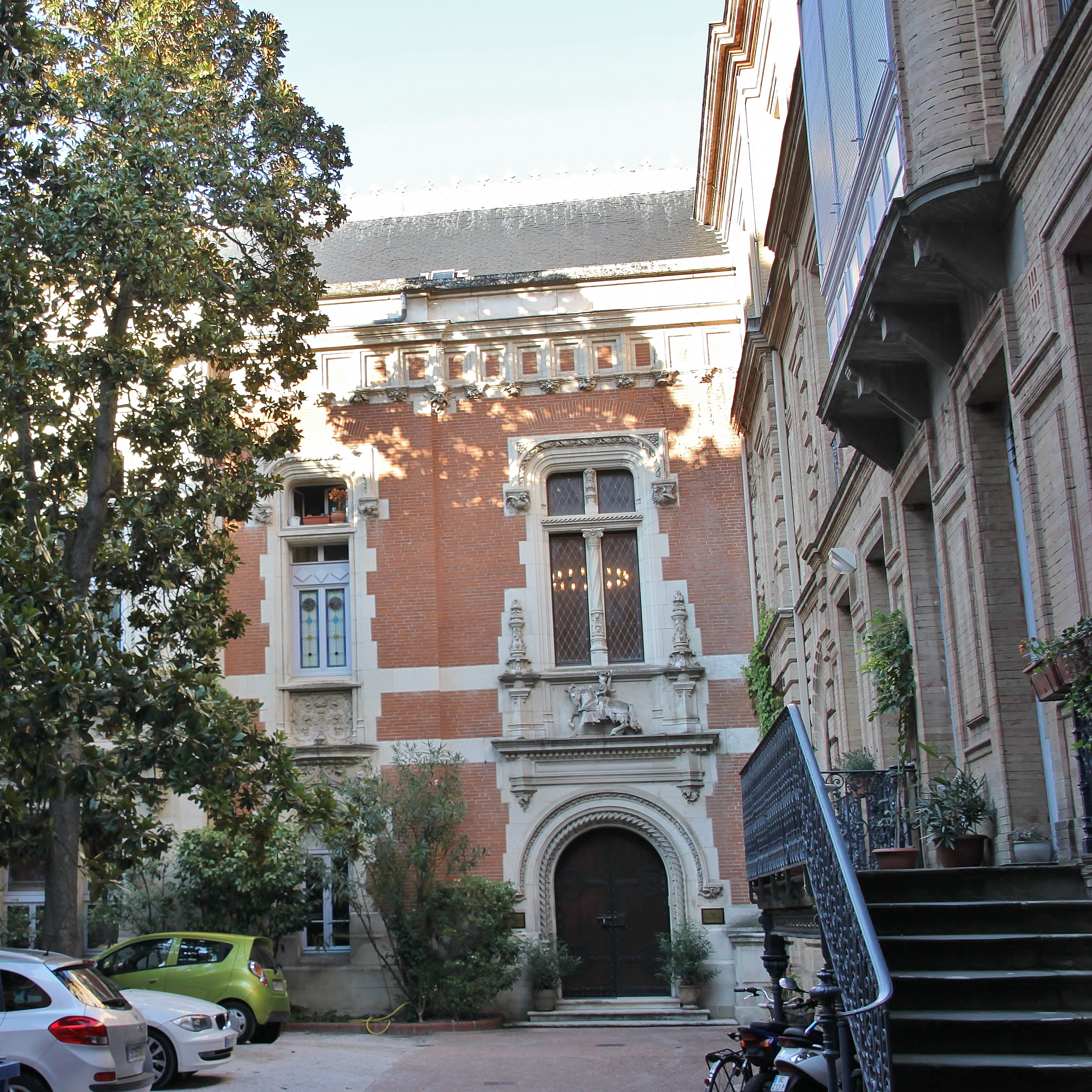
Hôtel Pauilhac : élévations sur cour côté boulevard de Strasbourg.
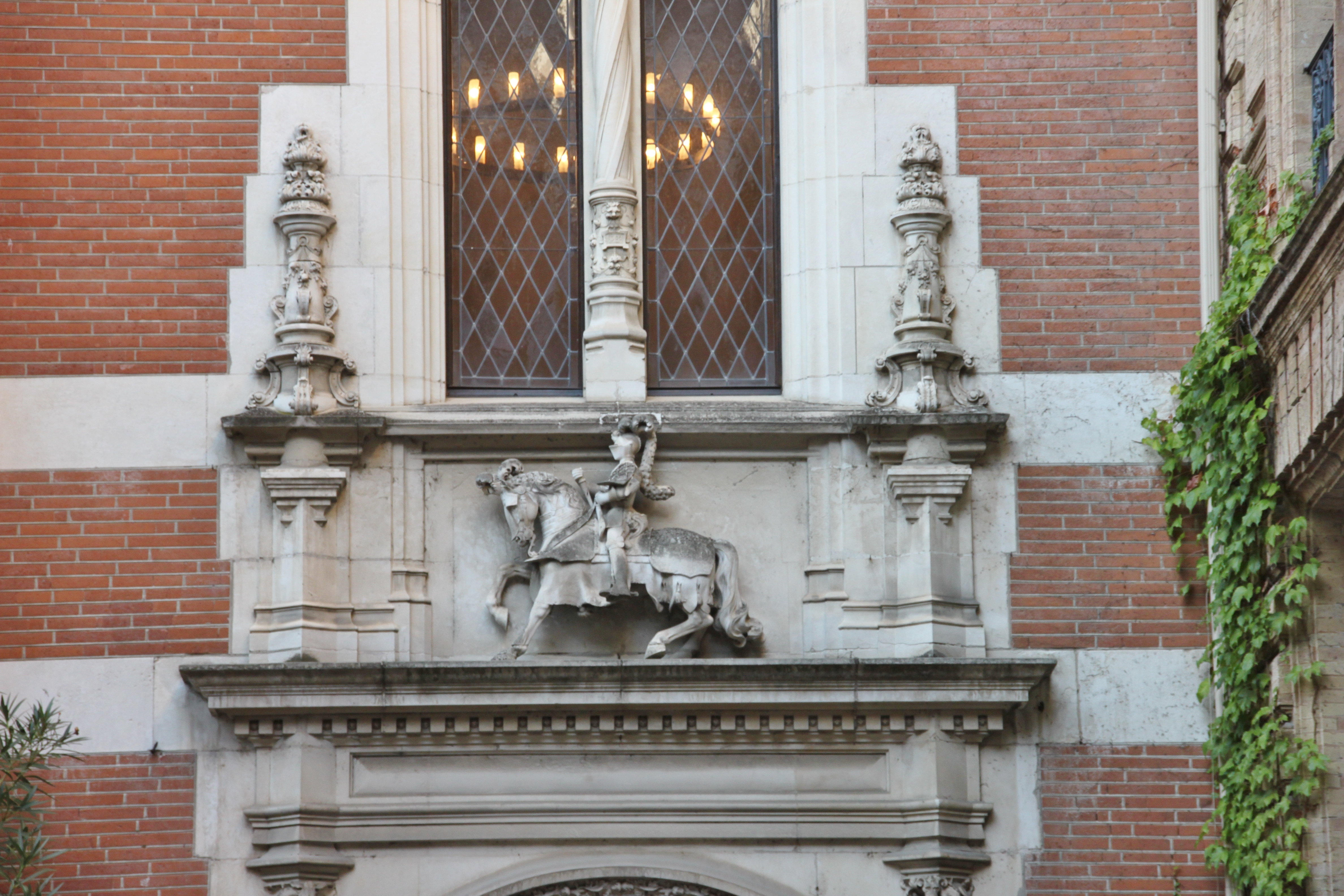
Hôtel Pauilhac.
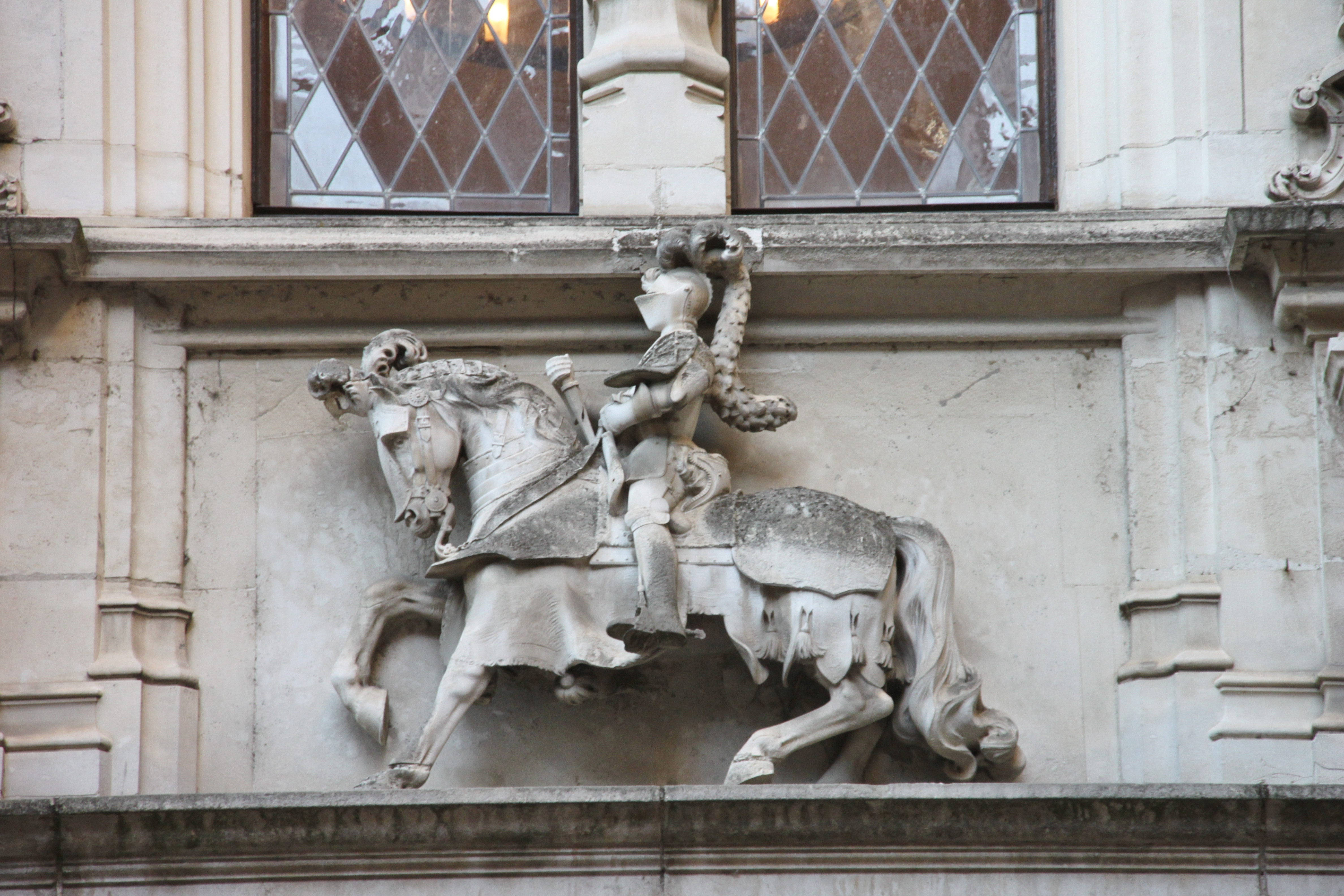
Hôtel Pauilhac.
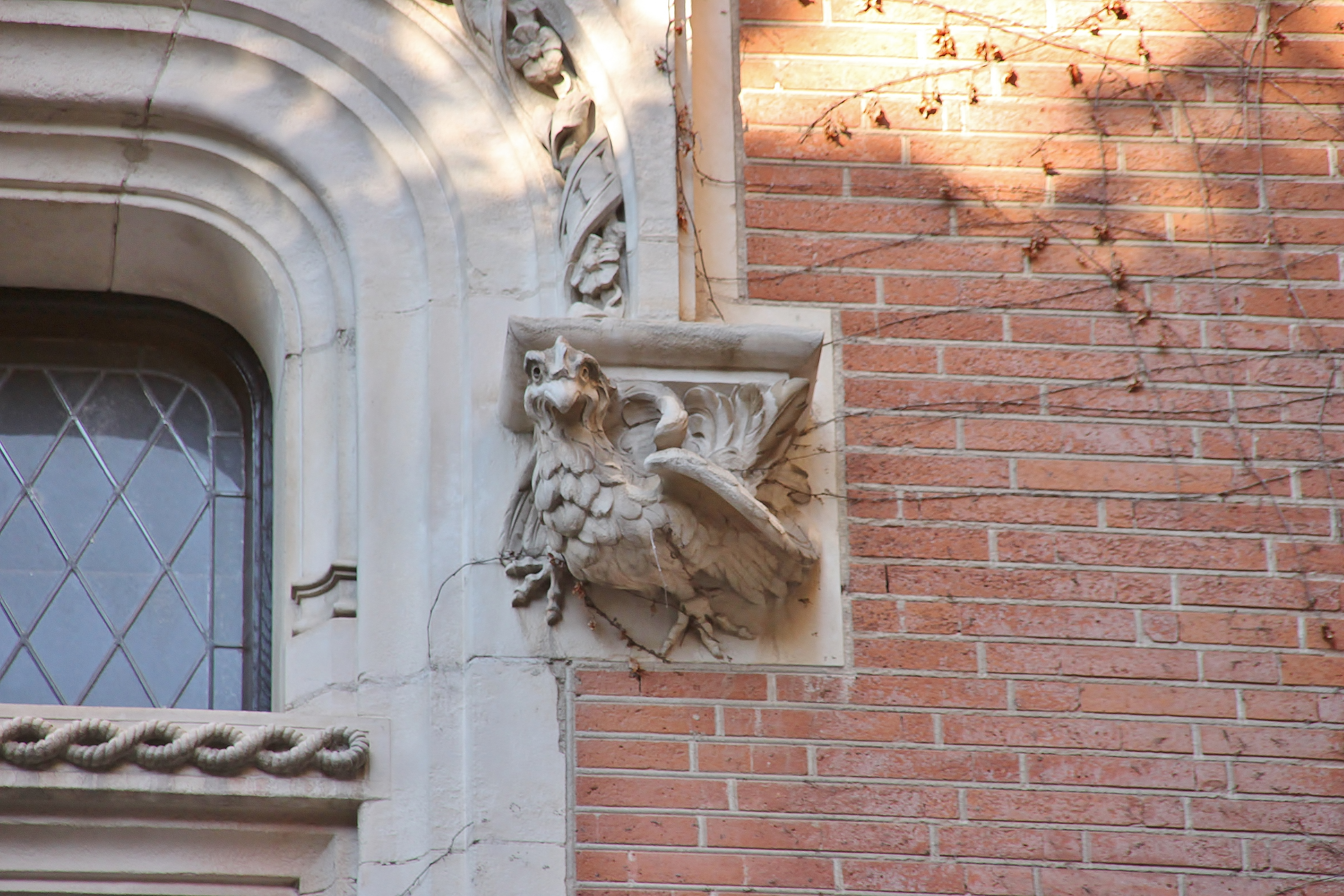
Hôtel Pauilhac.
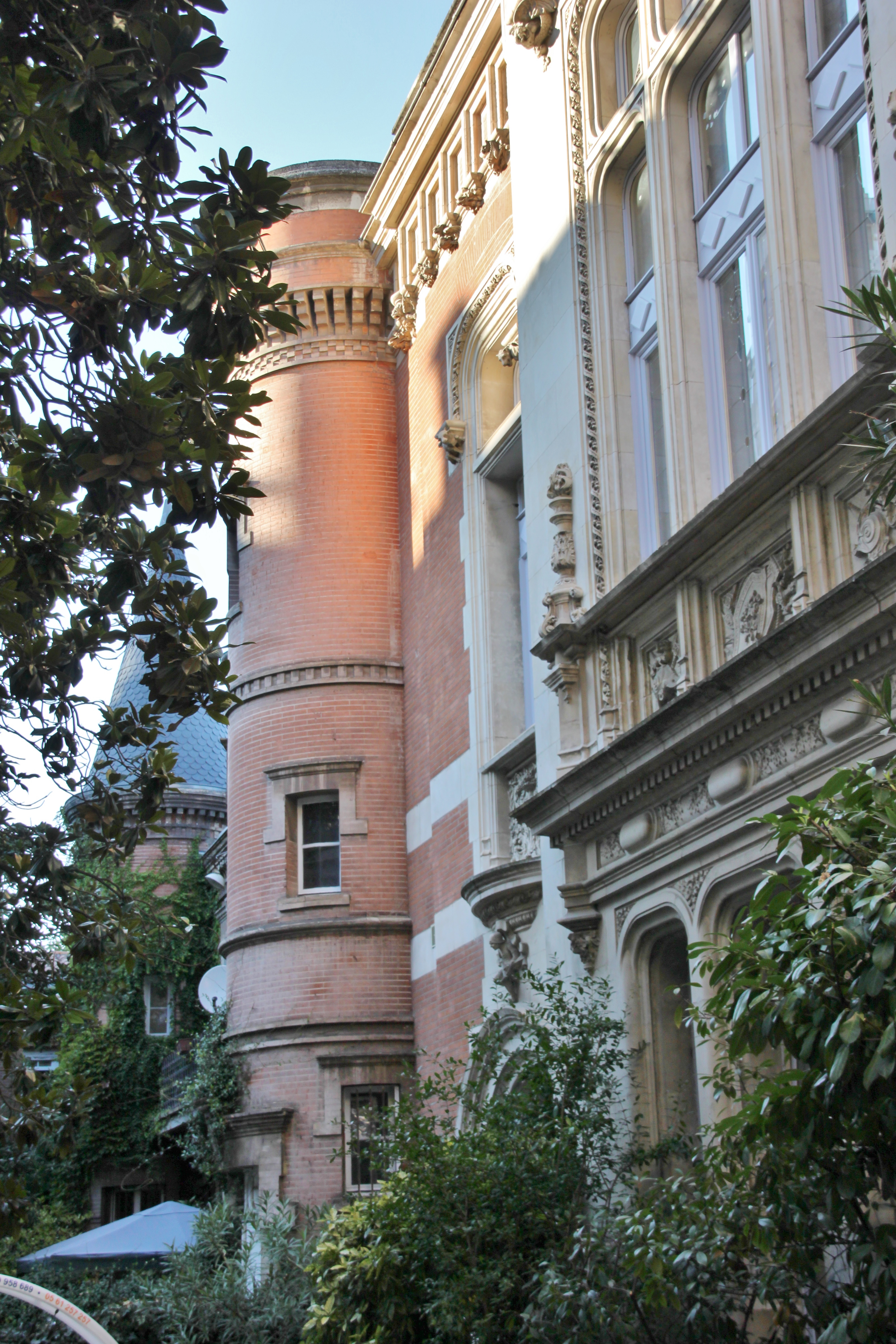
Hôtel Pauilhac.
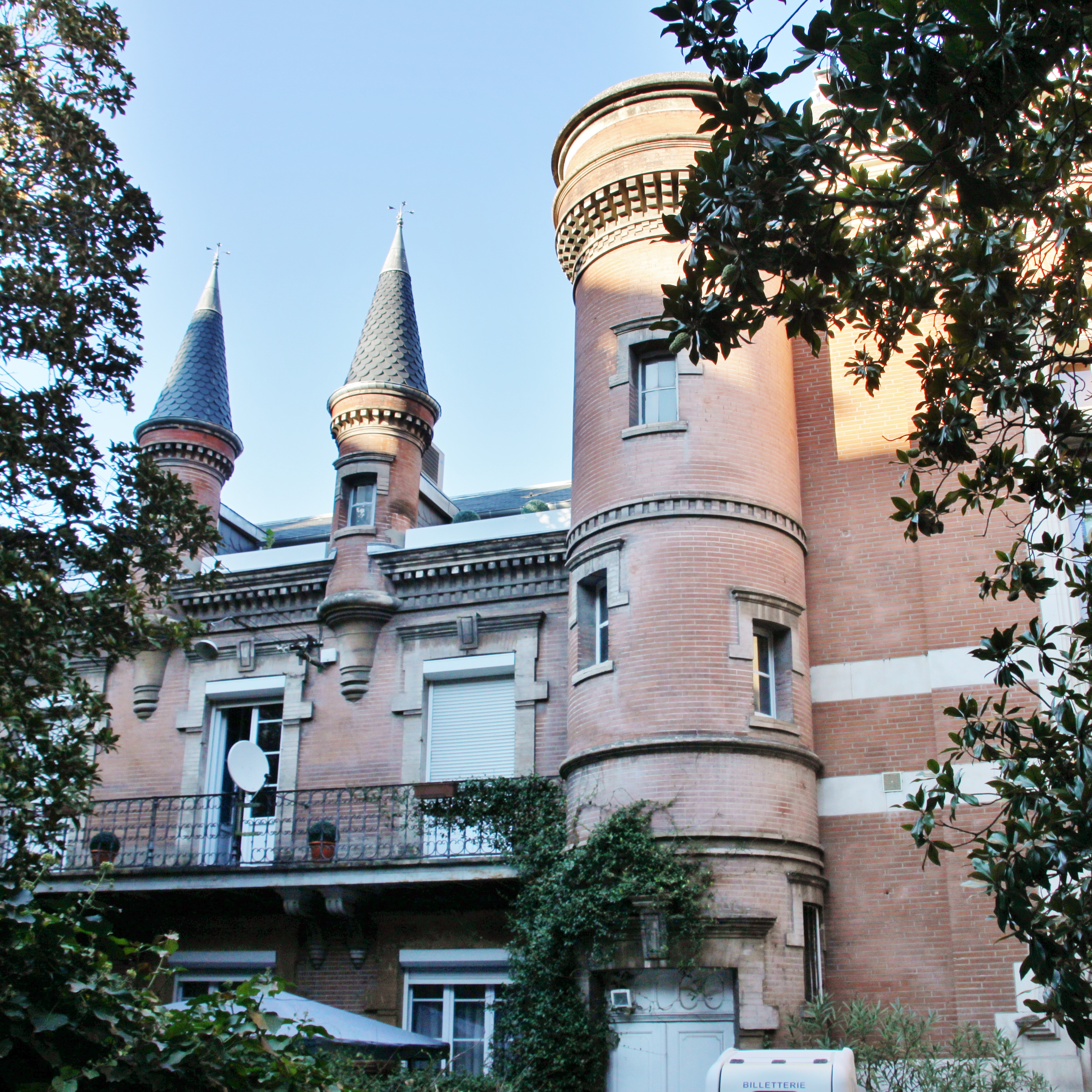
Hôtel Pauilhac.
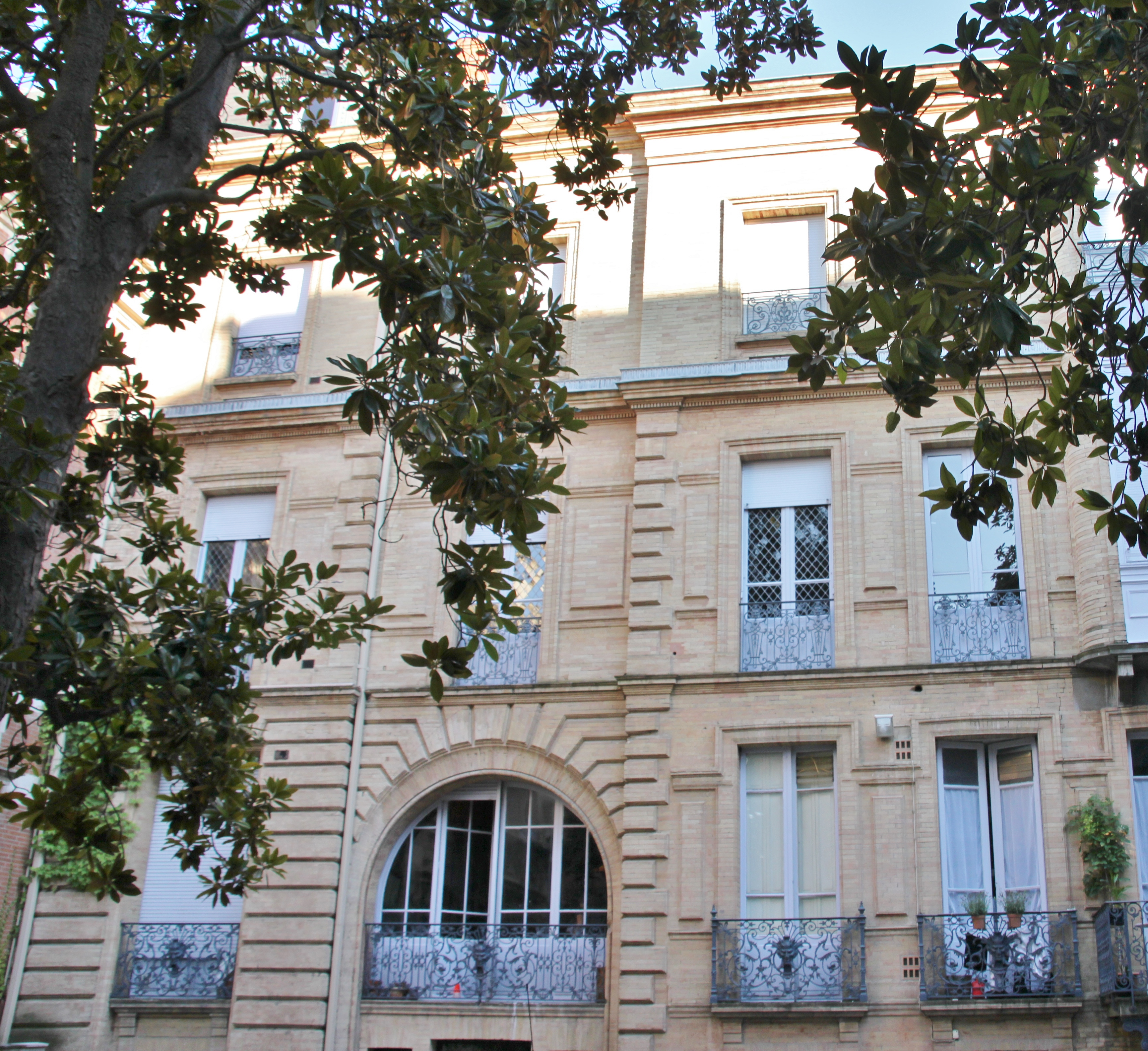
Hôtel Pauilhac.
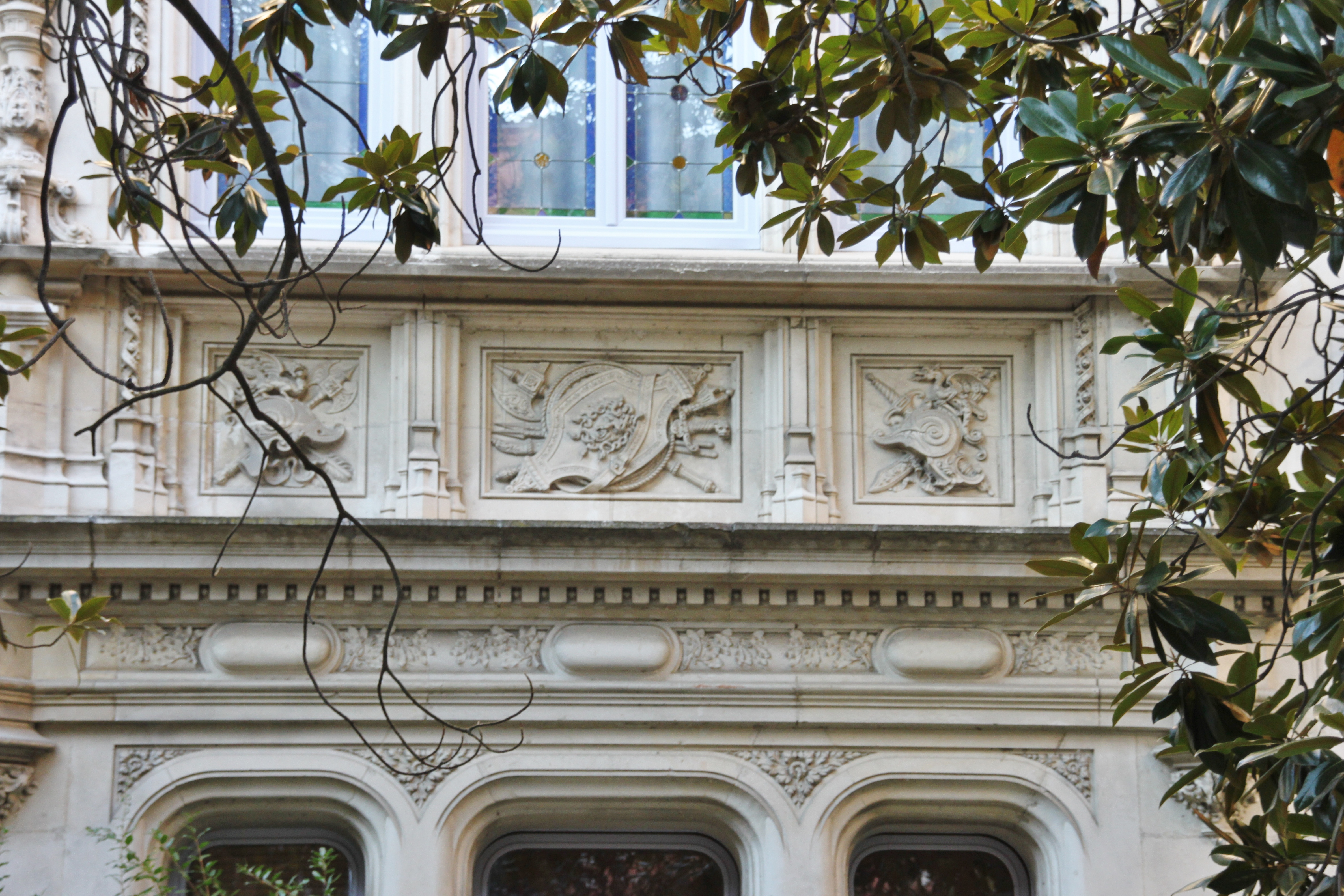
Hôtel Pauilhac.
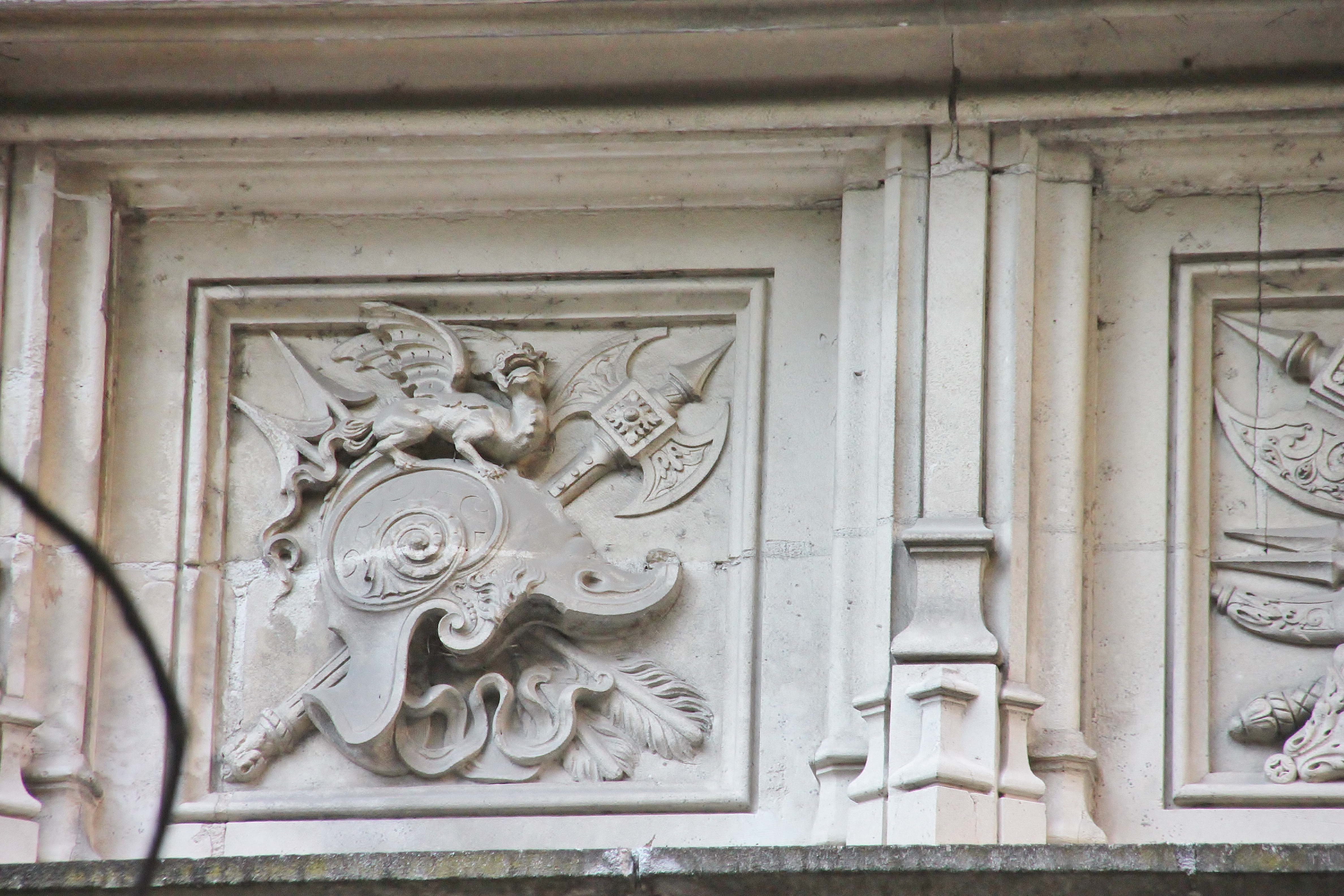
Hôtel Pauilhac.
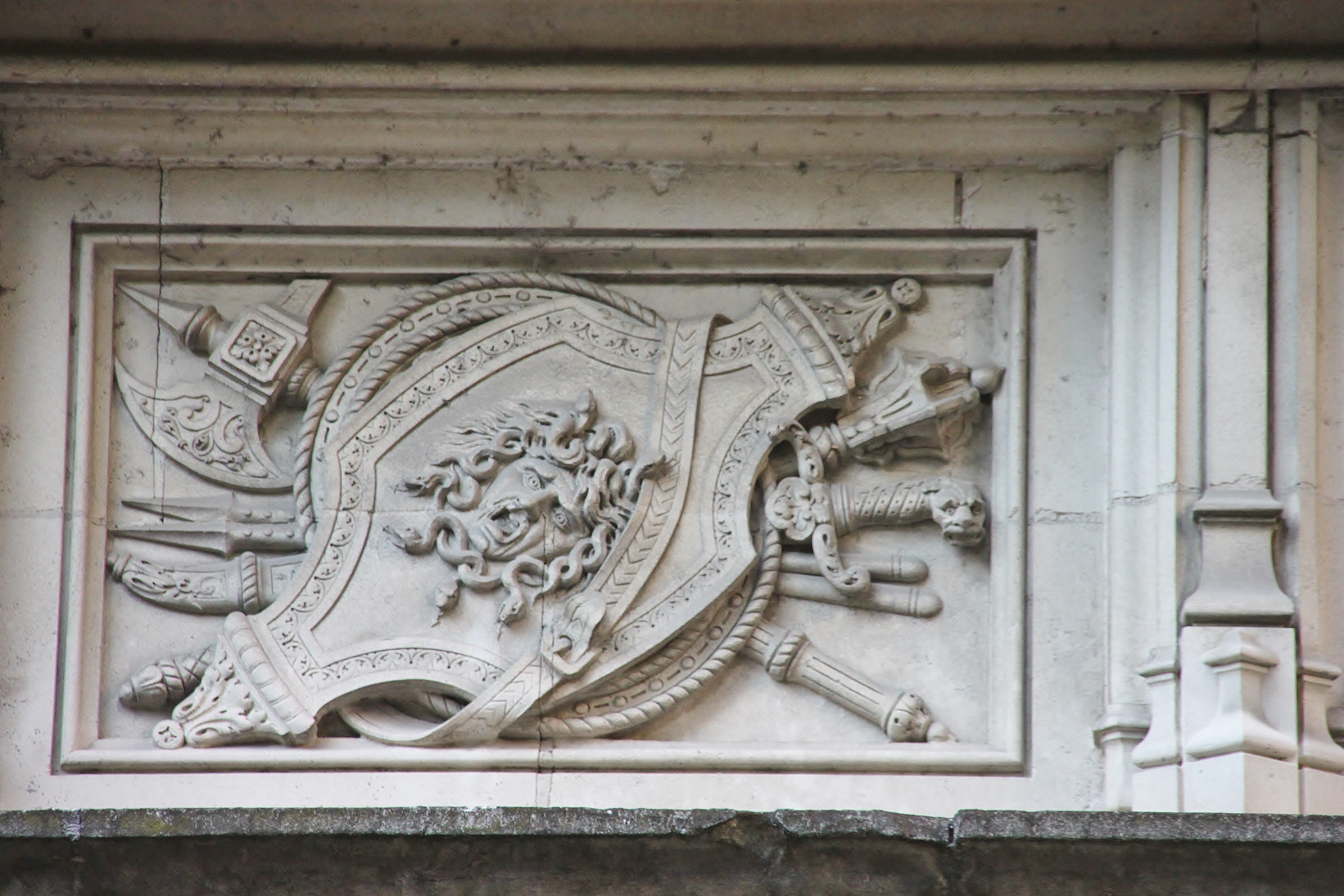
Hôtel Pauilhac.
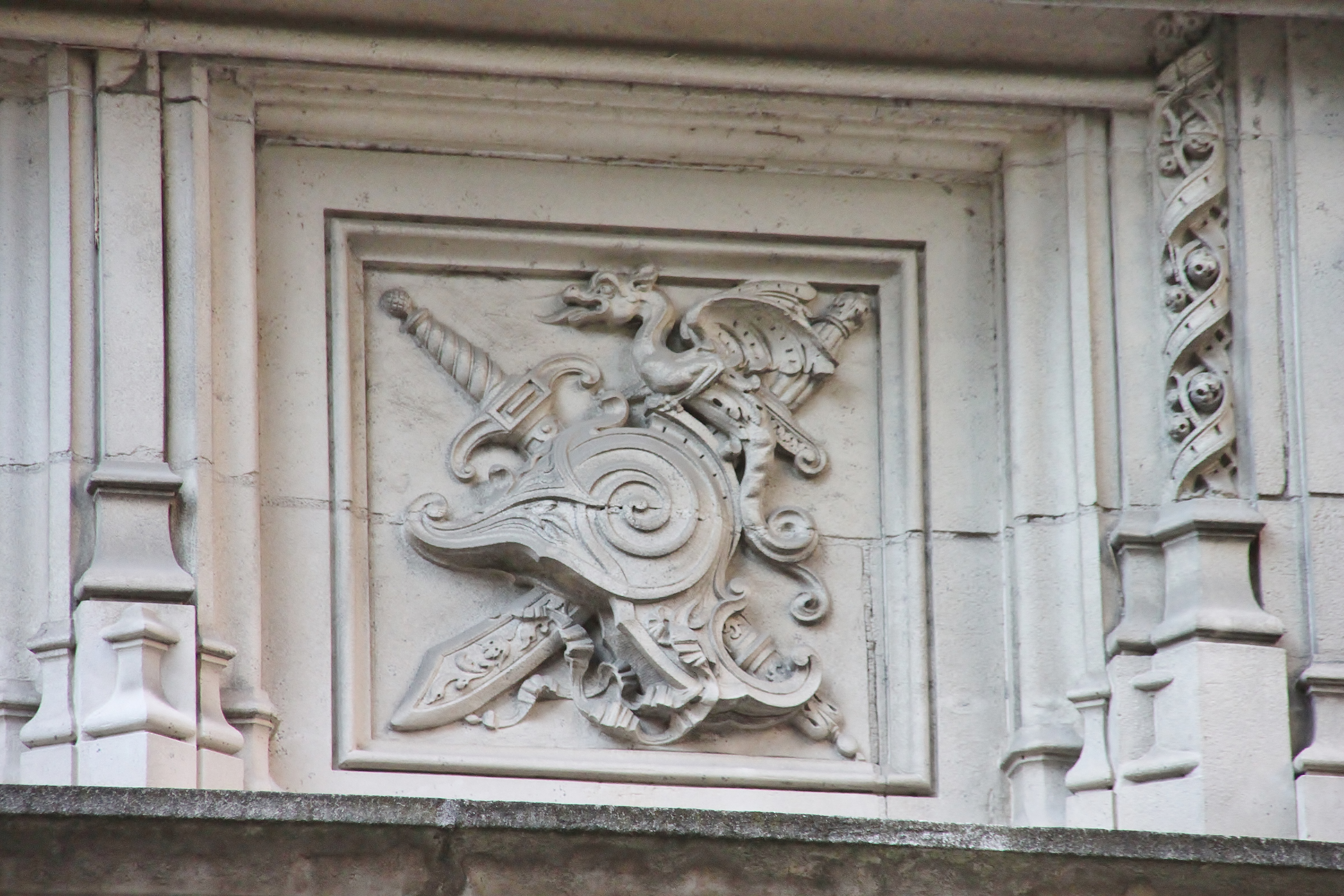
Hôtel Pauilhac.
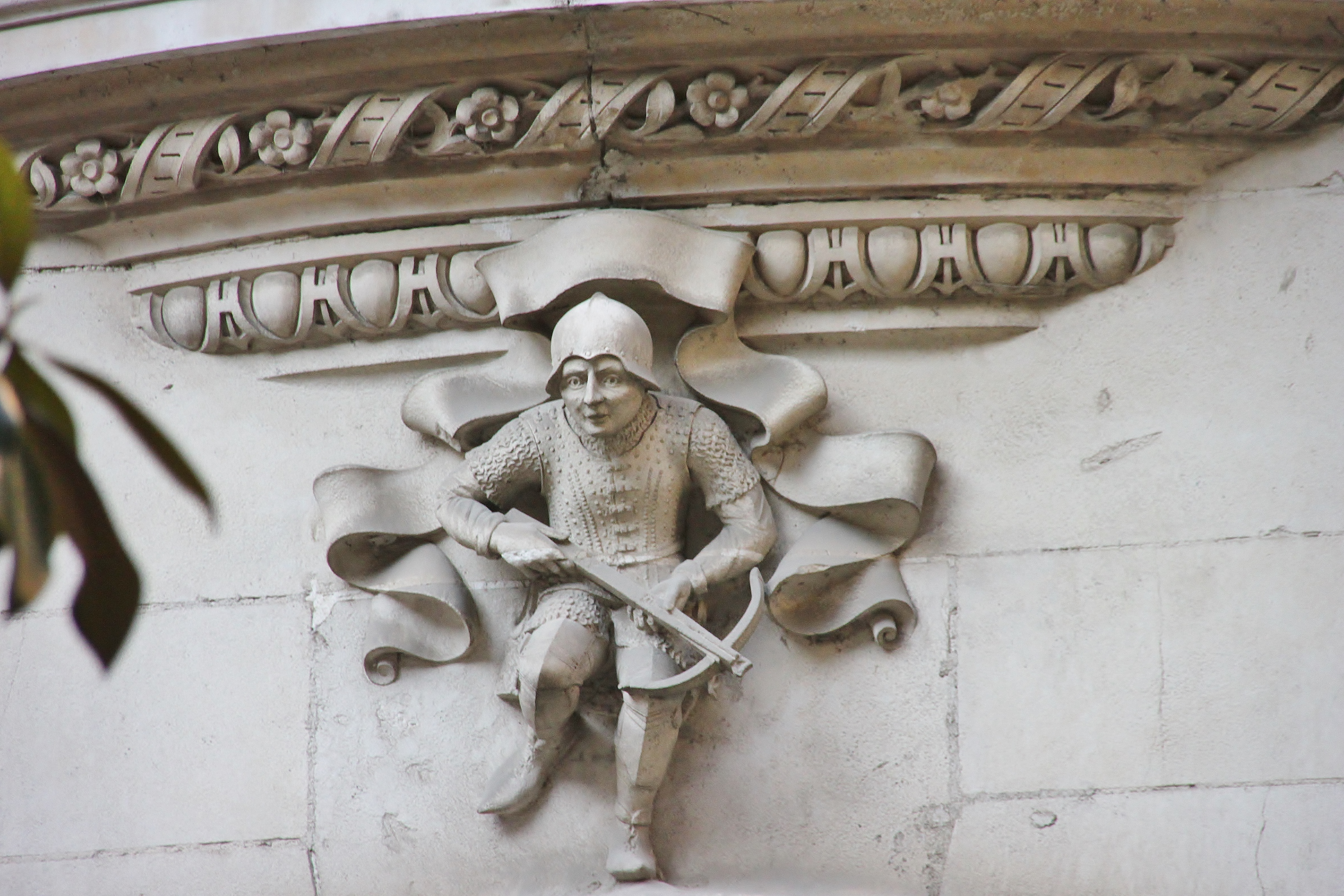
Hôtel Pauilhac.
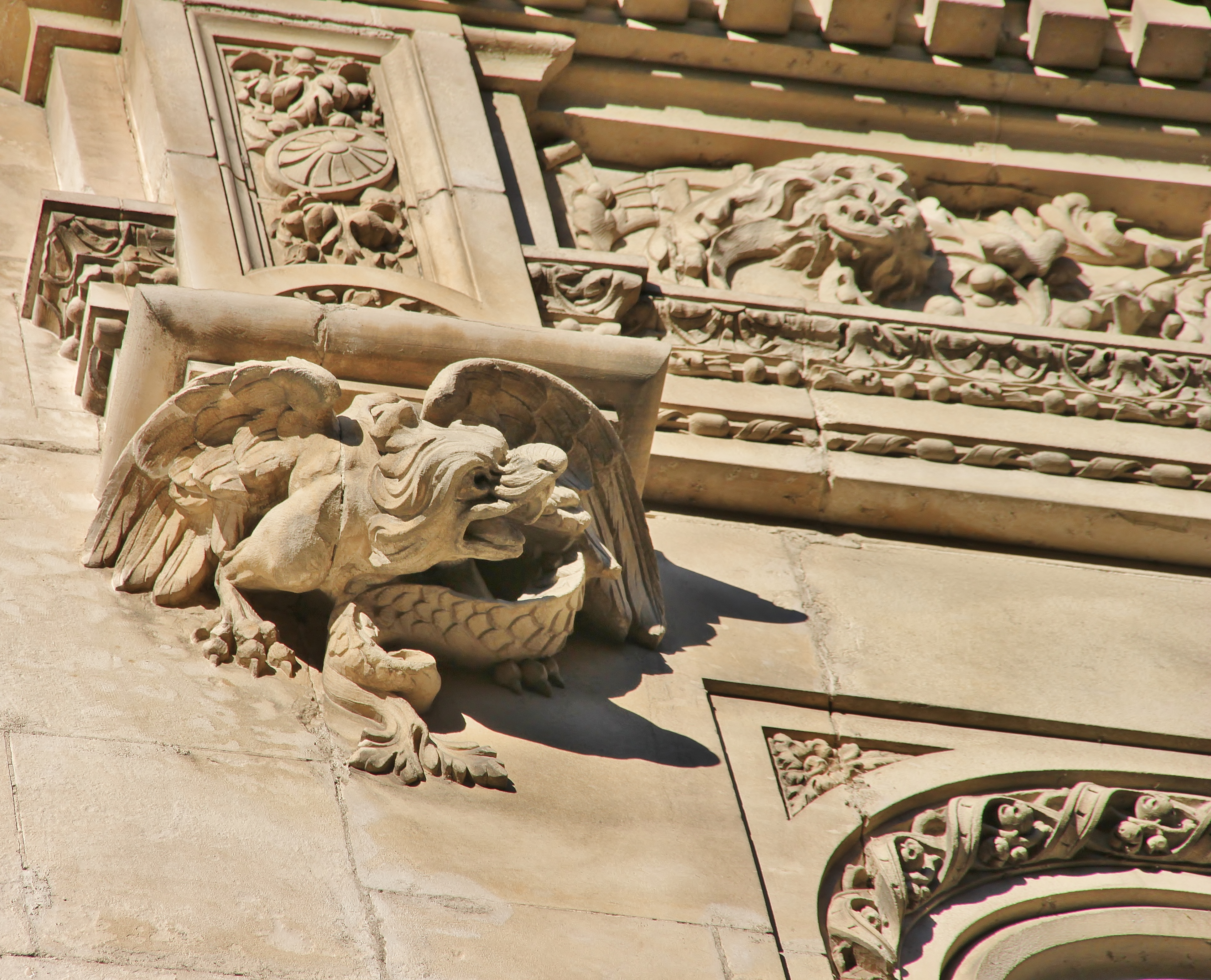
Hôtel Pauilhac.
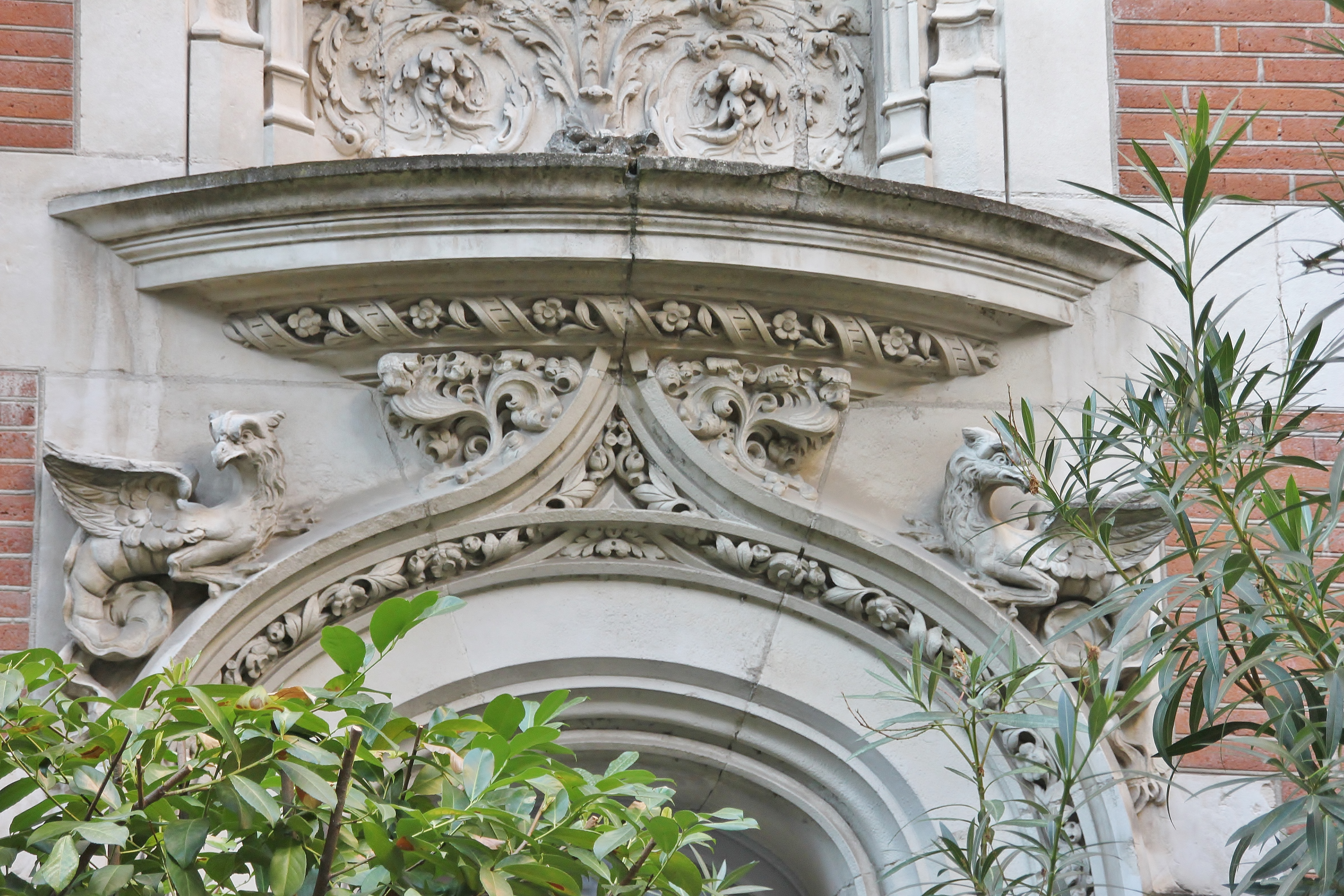
Hôtel Pauilhac.
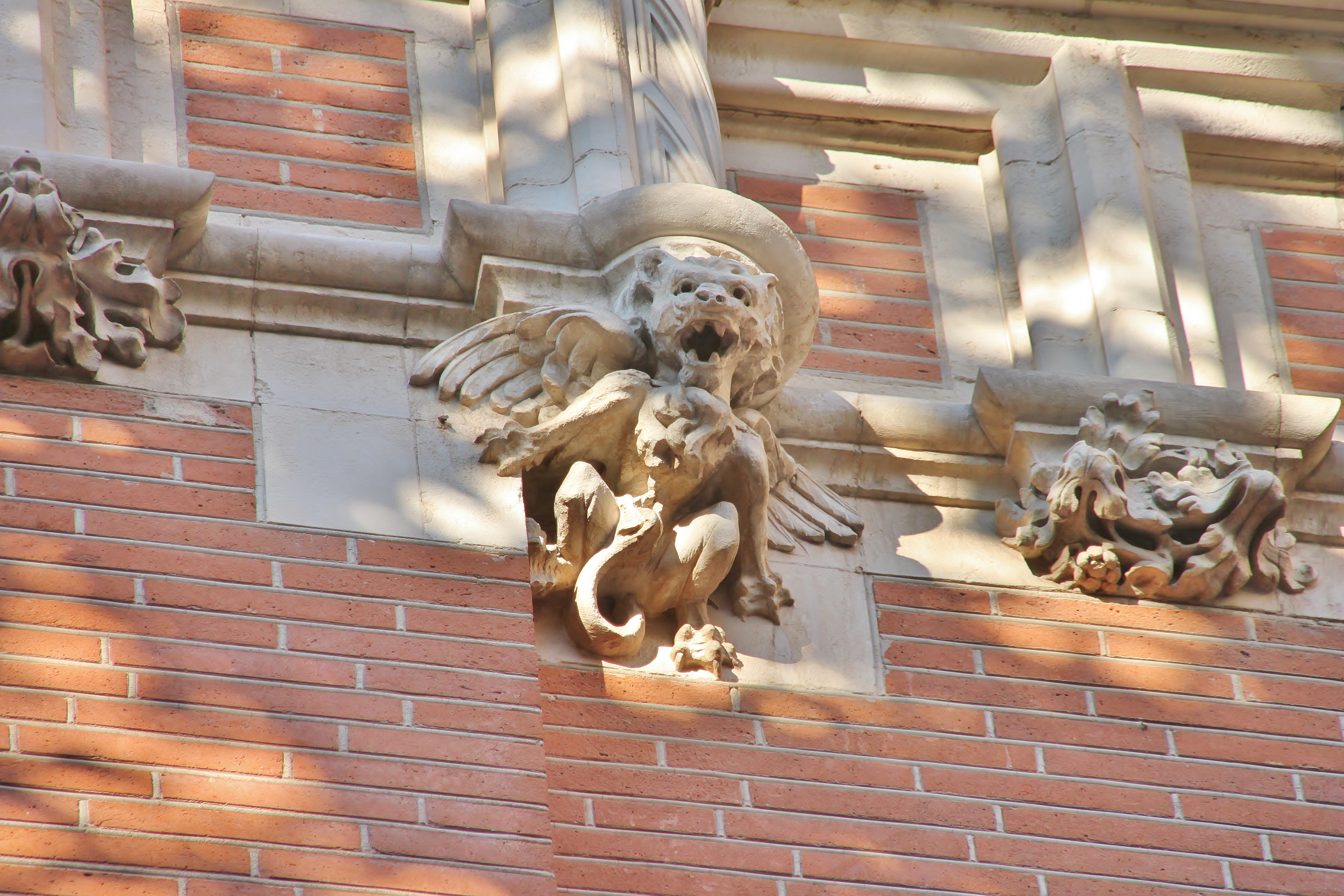
Hôtel Pauilhac.

### Les immeubles ornés
Bien que les immeubles de cette époque aient parfois été qualifiés d'« hôtels », généralement pour des raisons de prestige, ils ne sauraient cependant correspondre à une conception stricte de l'hôtel particulier, d'autant que nombre d'entre eux sont en fait des immeubles de rapport (destinés à la location). Mais parce que les solutions retenues ont changé le visage de la ville en donnant à toute une classe de propriétaires plus modestes la possibilité d'imiter le style des hôtels particuliers, il semble utile d'en montrer un ou deux de chaque sorte afin d'illustrer les principales voies qu'emprunte la construction privée dans sa quête de prestige à Toulouse au cours du XIXe siècle et au tout début du XXe siècle.

#### La maison Lamothe
57 rue des Filatiers. Inscrit MH.
Réalisée en 1830 par l'architecte Urbain Vitry, cette façade de maison-palais inspirée par l'Italie de la Renaissance est décorée de terres cuites de la manufacture Fouque et Arnoux, qui a introduit ce genre de décors à Toulouse, et de statues du sculpteur parisien Louis-Alexandre Romagnesi.

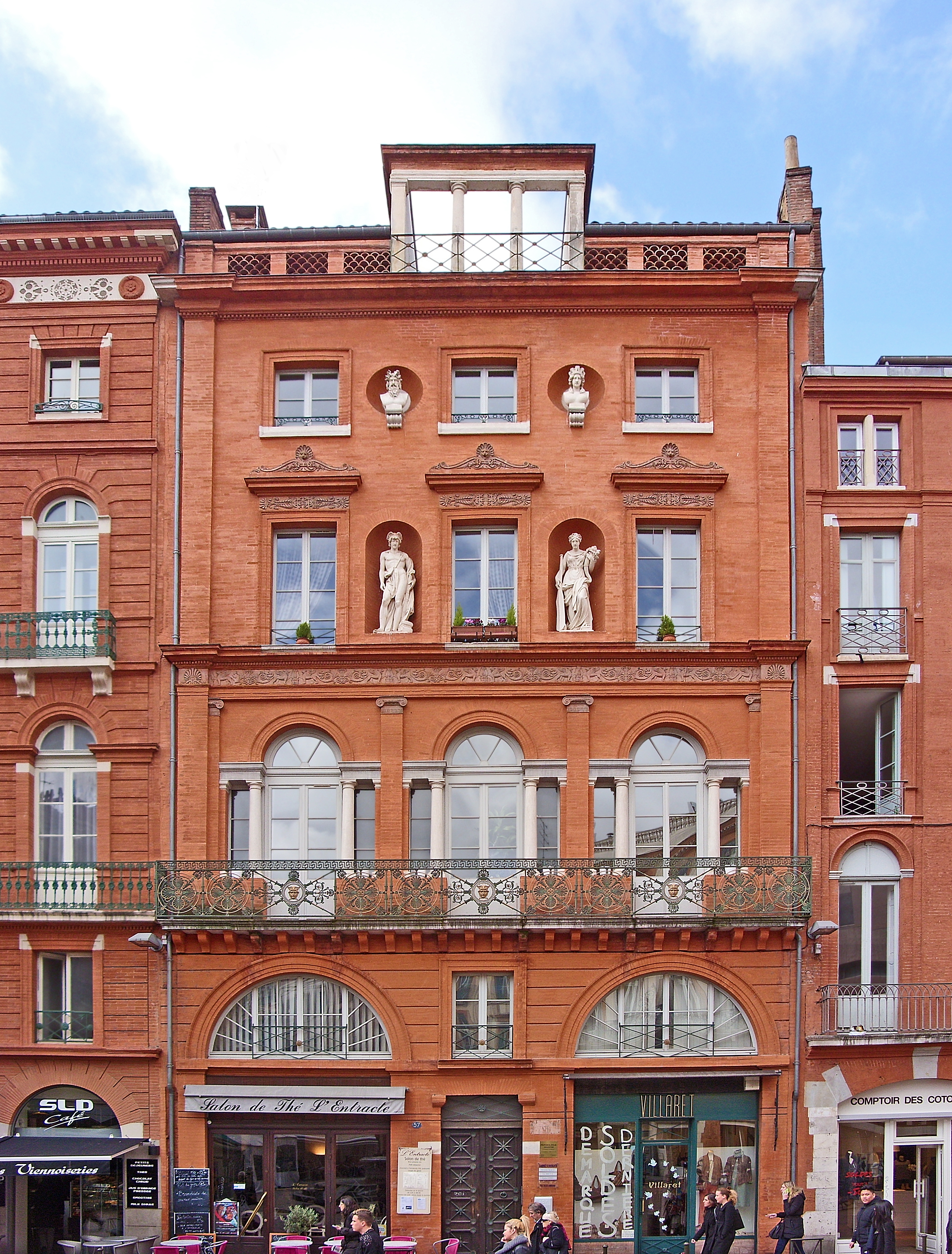
Maison Lamothe.
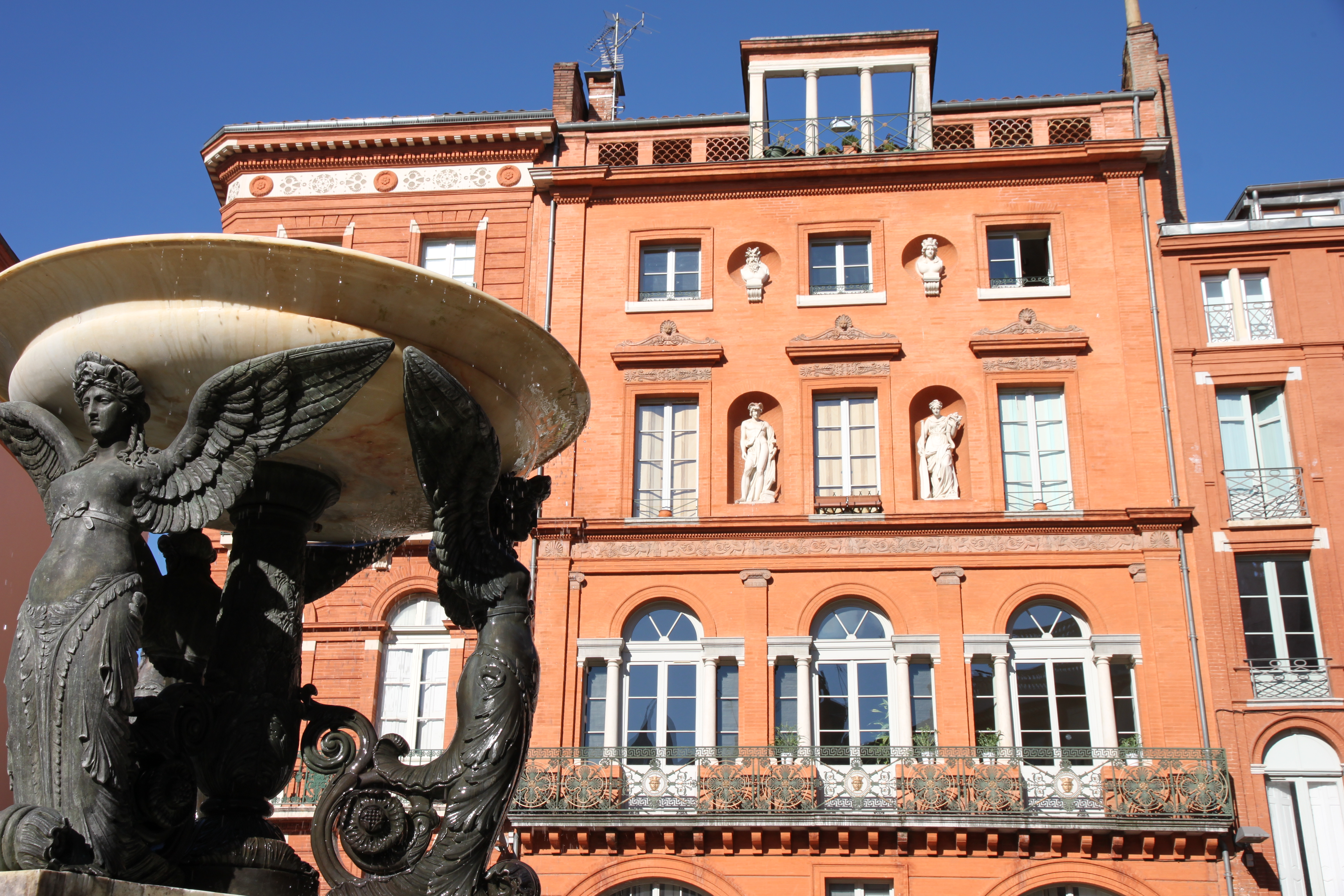
Maison Lamothe et fontaine aux sirènes ailées, toutes deux élaborées par Urbain Vitry.
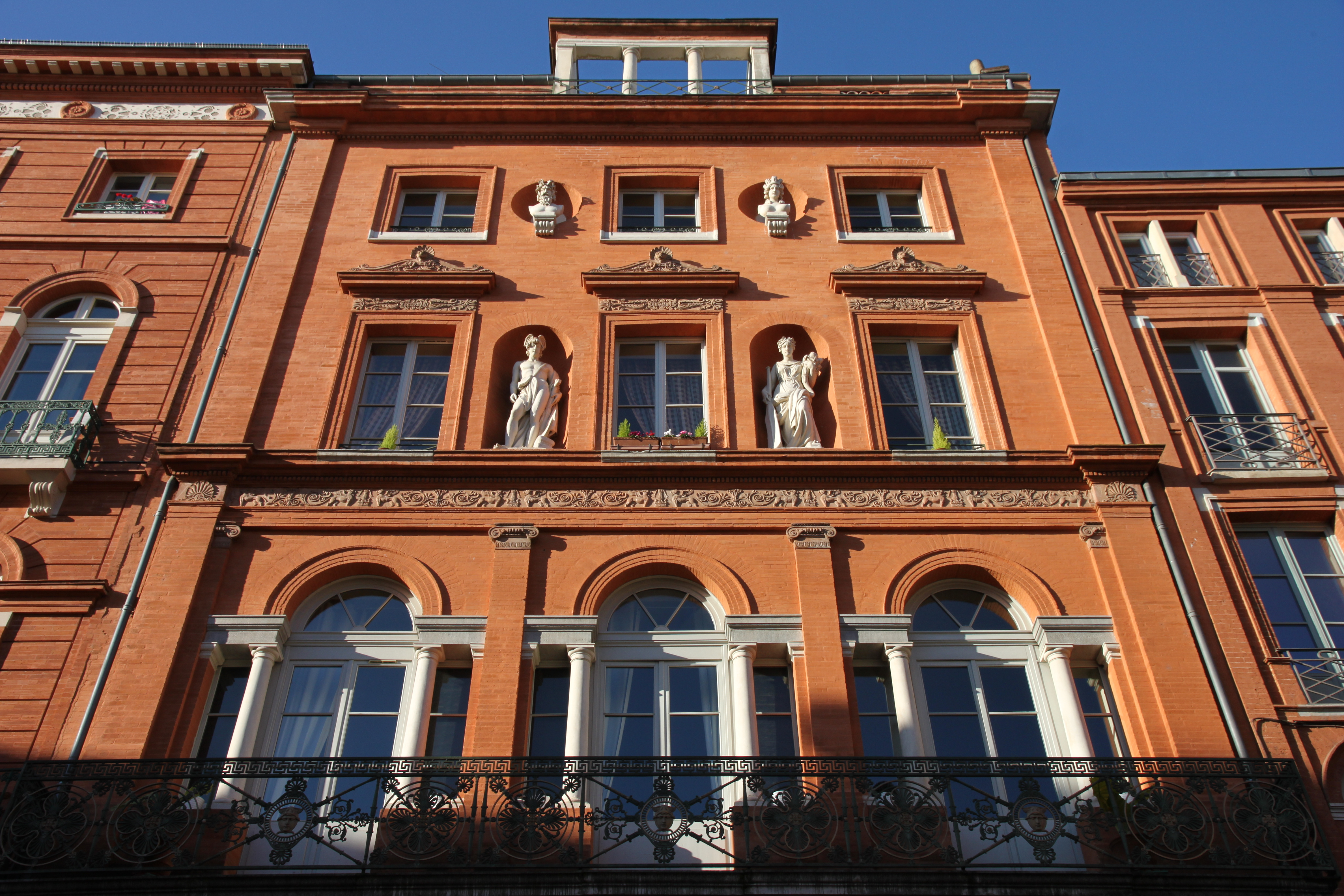
Maison Lamothe.
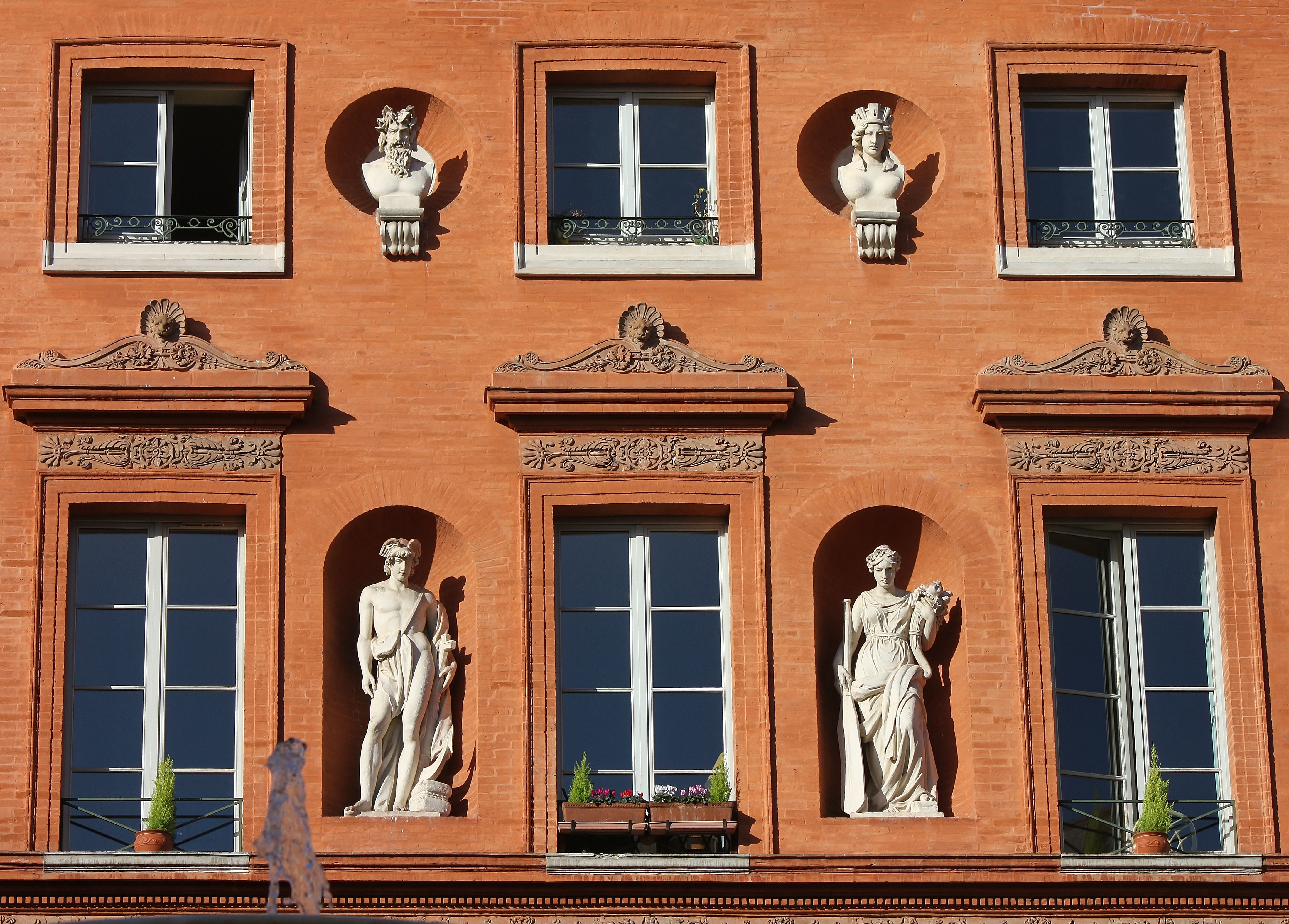
Maison Lamothe.
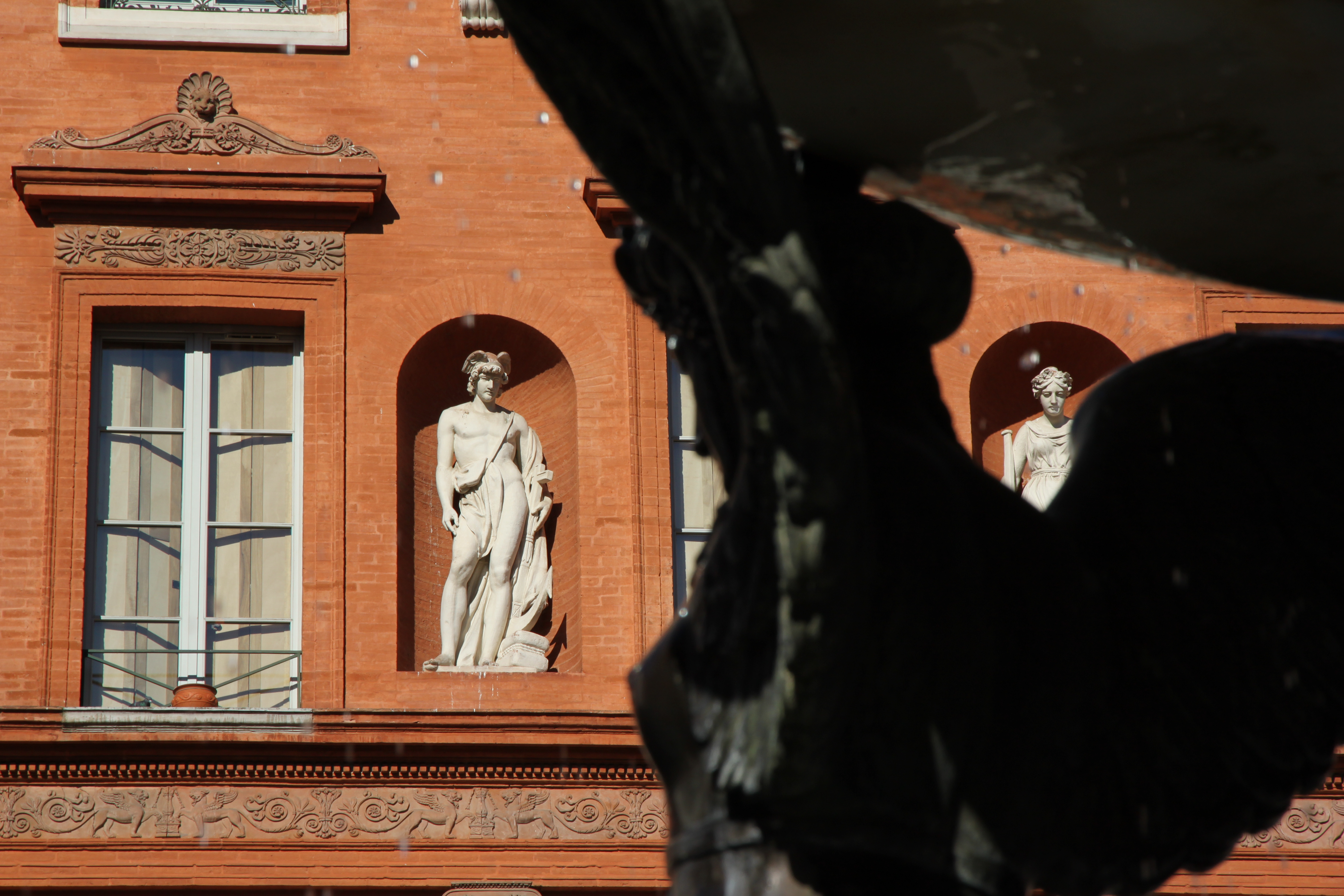
Maison Lamothe.
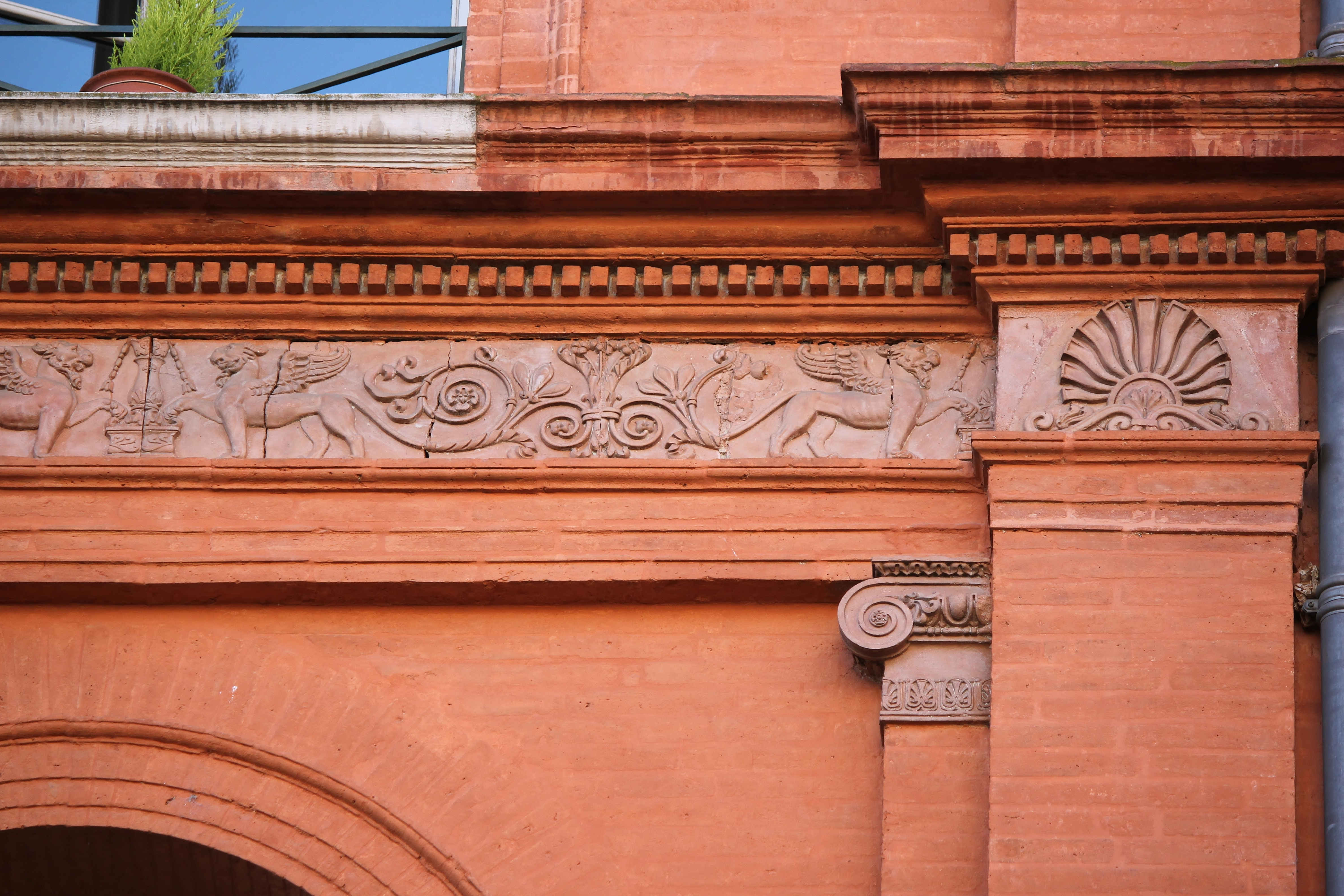
Maison Lamothe : frise en terre cuite.
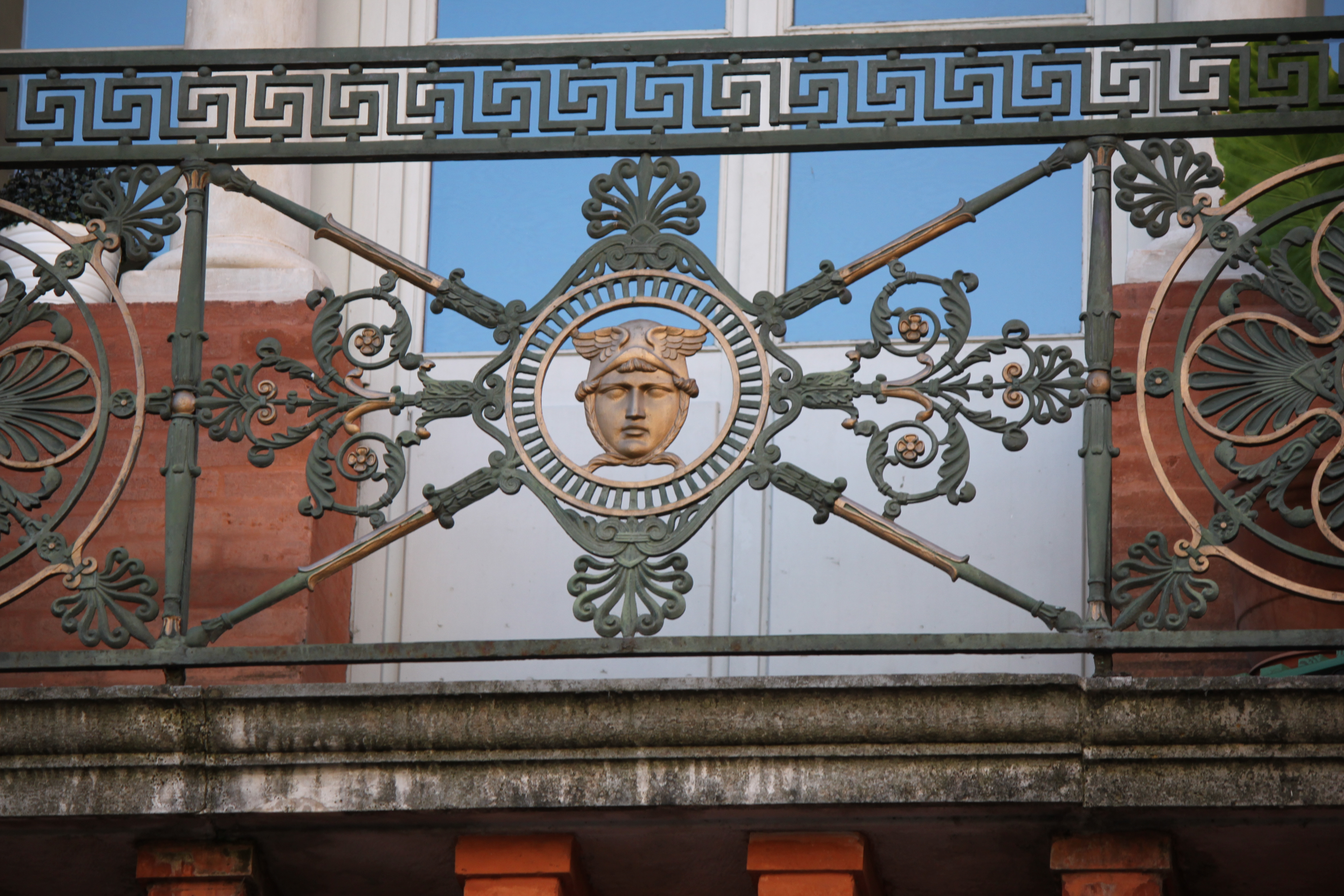
Maison Lamothe : garde-corps.

#### L'immeuble aux cariatides
28 rue des Marchands. Inscrit MH.
Cet immeuble, parfois appelé hôtel Miègeville ou hôtel des Marchands, est réalisé dans le contexte du réalignement de la rue des Marchands, entre 1825 et 1840, qui prévoit un retrait des façades permettant l’élargissement de la rue. L’immeuble est bâti vers la fin de la décennie 1830 pour la famille Miègeville par les architectes Auguste et Victor Virebent, tous deux liés par mariage à la famille propriétaire.
Au-dessus des grandes arcades du rez-de-chaussée s'élèvent deux étages nobles et un étage attique. La façade présente un décor de bossage accentué par l'alternance de la brique et d'un badigeon blanc. L'étage noble est orné de douze cariatides déhanchées alternativement. Le deuxième étage possède un décor de colonnes cannelées aux chapiteaux corinthiens. Tous ces décors sont en terre cuite moulée.
Auguste Virebent obtient l'autorisation de mouler et reproduire à l'échelle réduite les cariatides de la tribune des musiciens du Louvre sculptées par Jean Goujon en 1550 et 1551, qui lui-même s'était inspiré d'une copie romaine des cariatides du temple grec de l'Érechthéion d'Athènes (Ve siècle av. J.-C.). Auguste Virebent apporte cependant quelques corrections à ses cariatides : visage, poitrine et drapé sont légèrement différents de ceux des modèles. 
Dans la cour, le décor architectural recouvert d'un badigeon blanc est très présent (colonnes, frises, corniches, balustres, dessus de porte...). L'élément principal est l'escalier, installé en fond de cour. Demi hors-œuvre, il est tournant et coiffé d’une coupole.

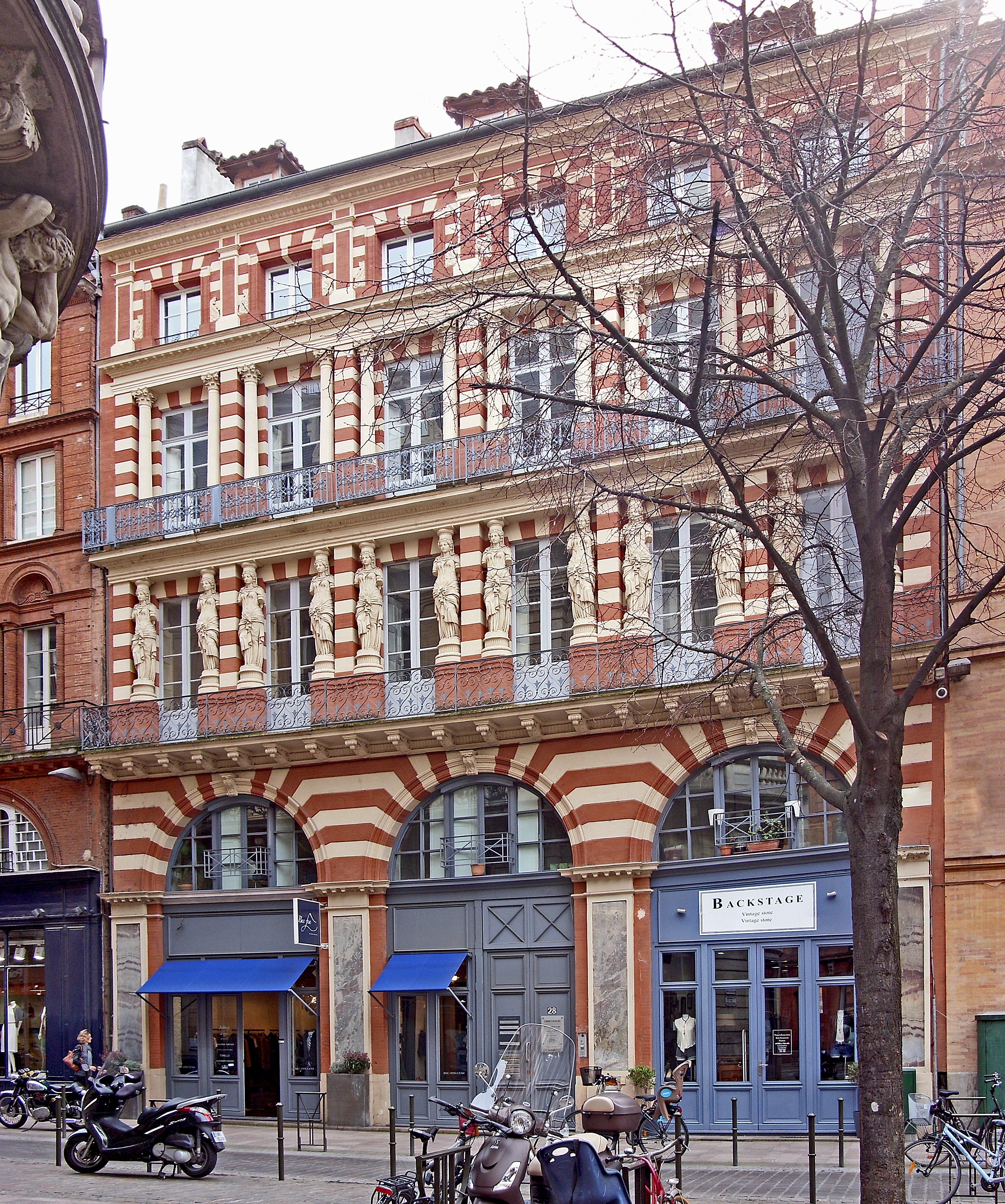
Immeuble aux cariatides.
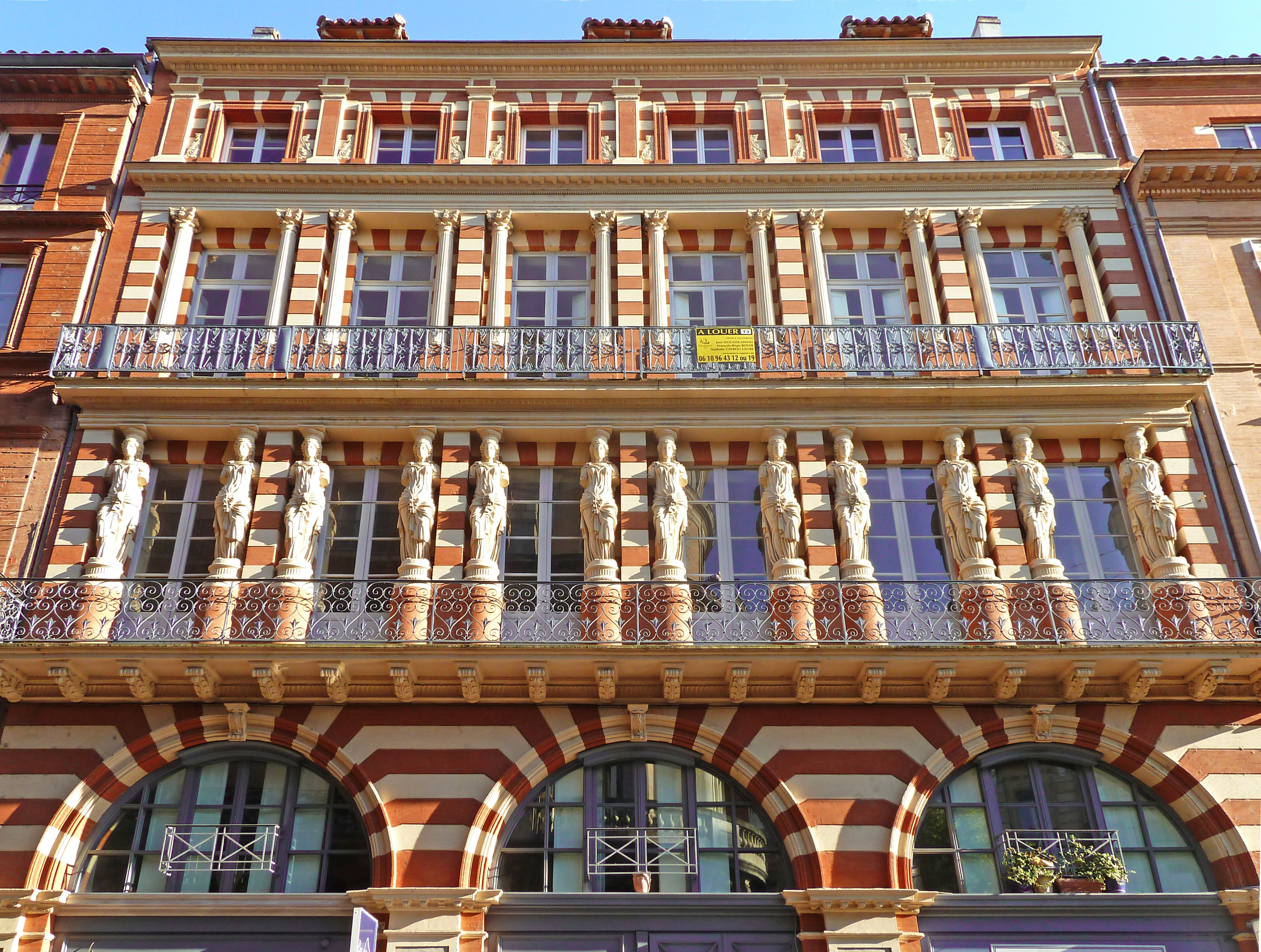
Immeuble aux cariatides, façade.
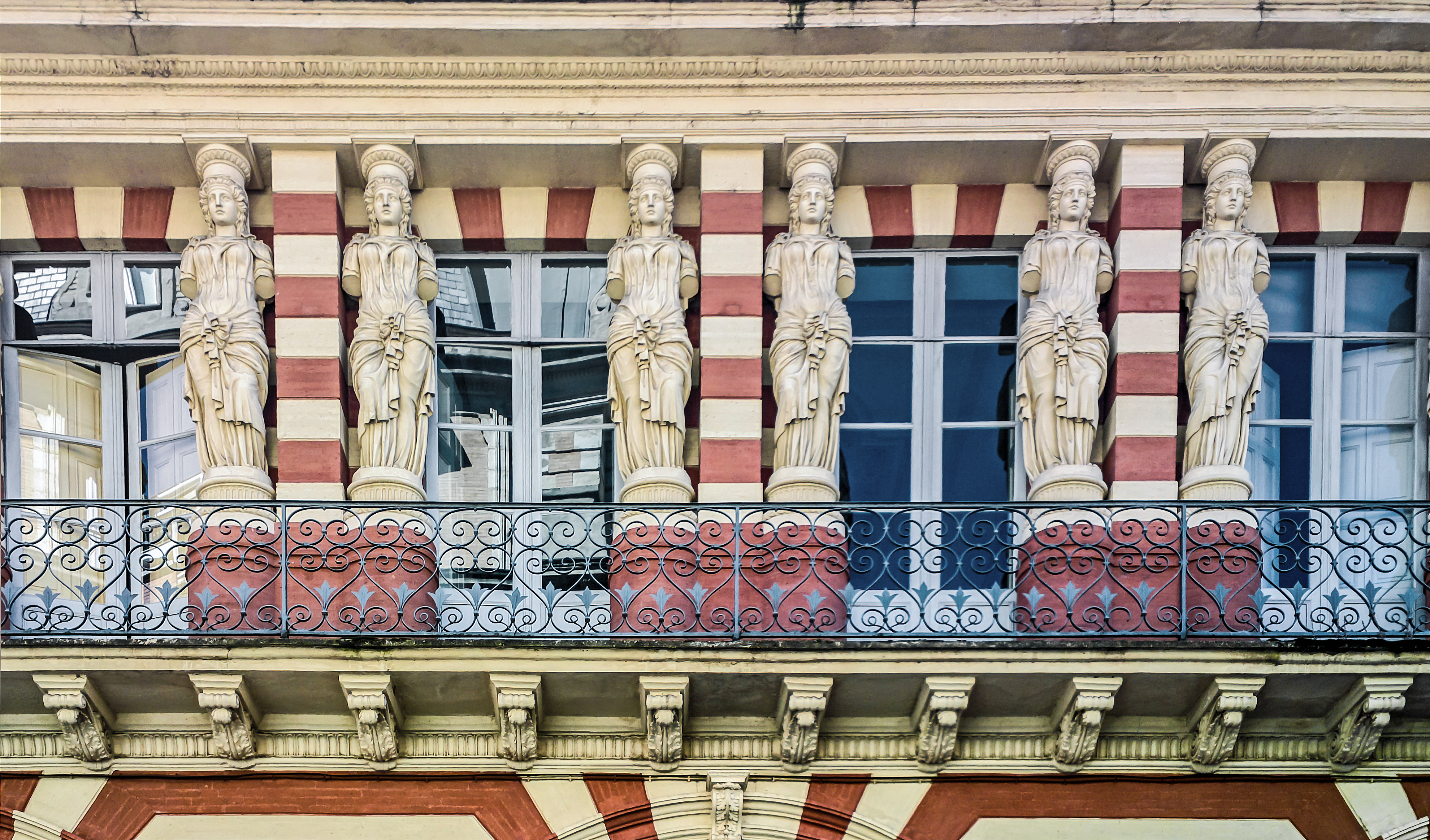
Immeuble des cariatides : l'étage des cariatides
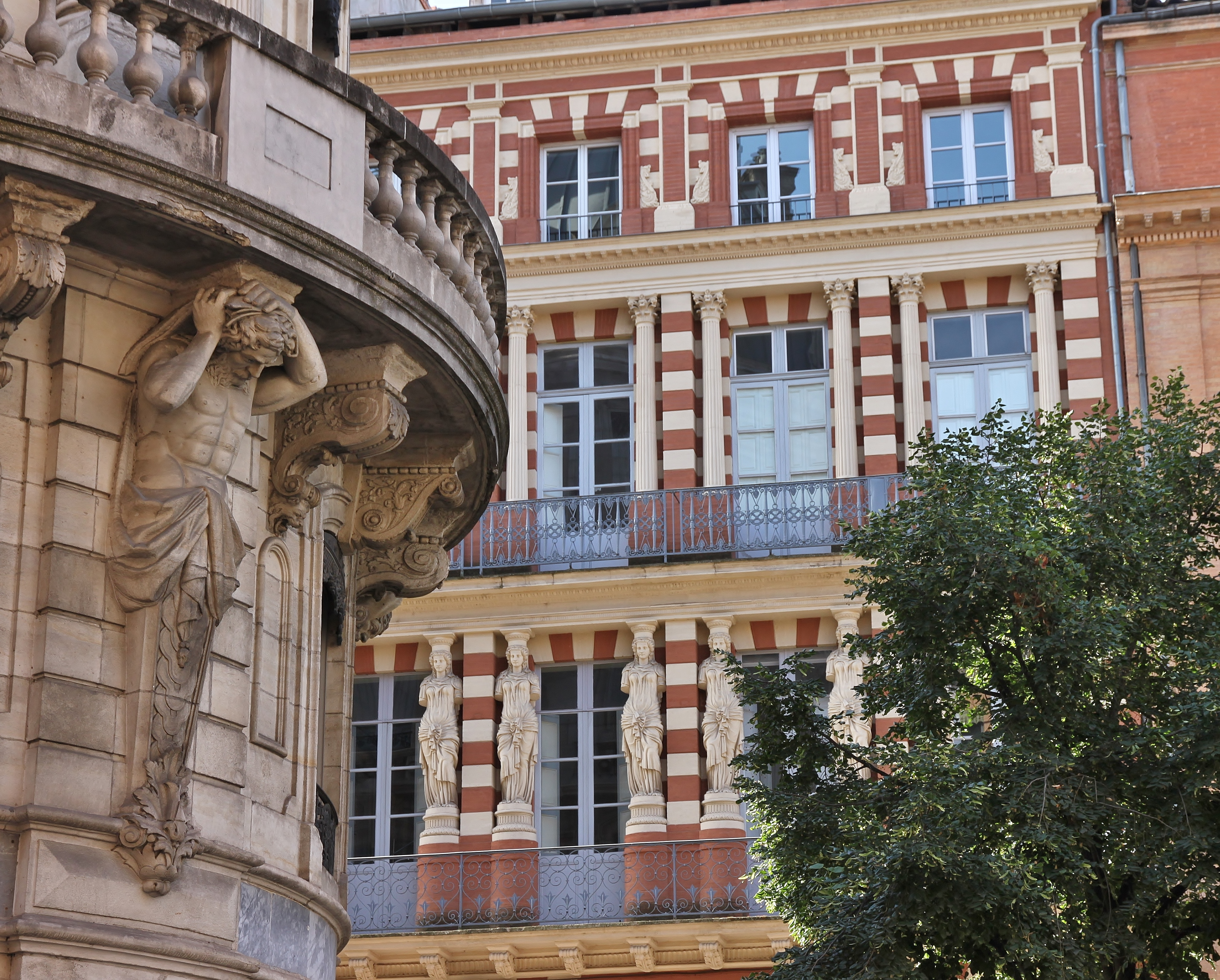
Immeuble aux cariatides.
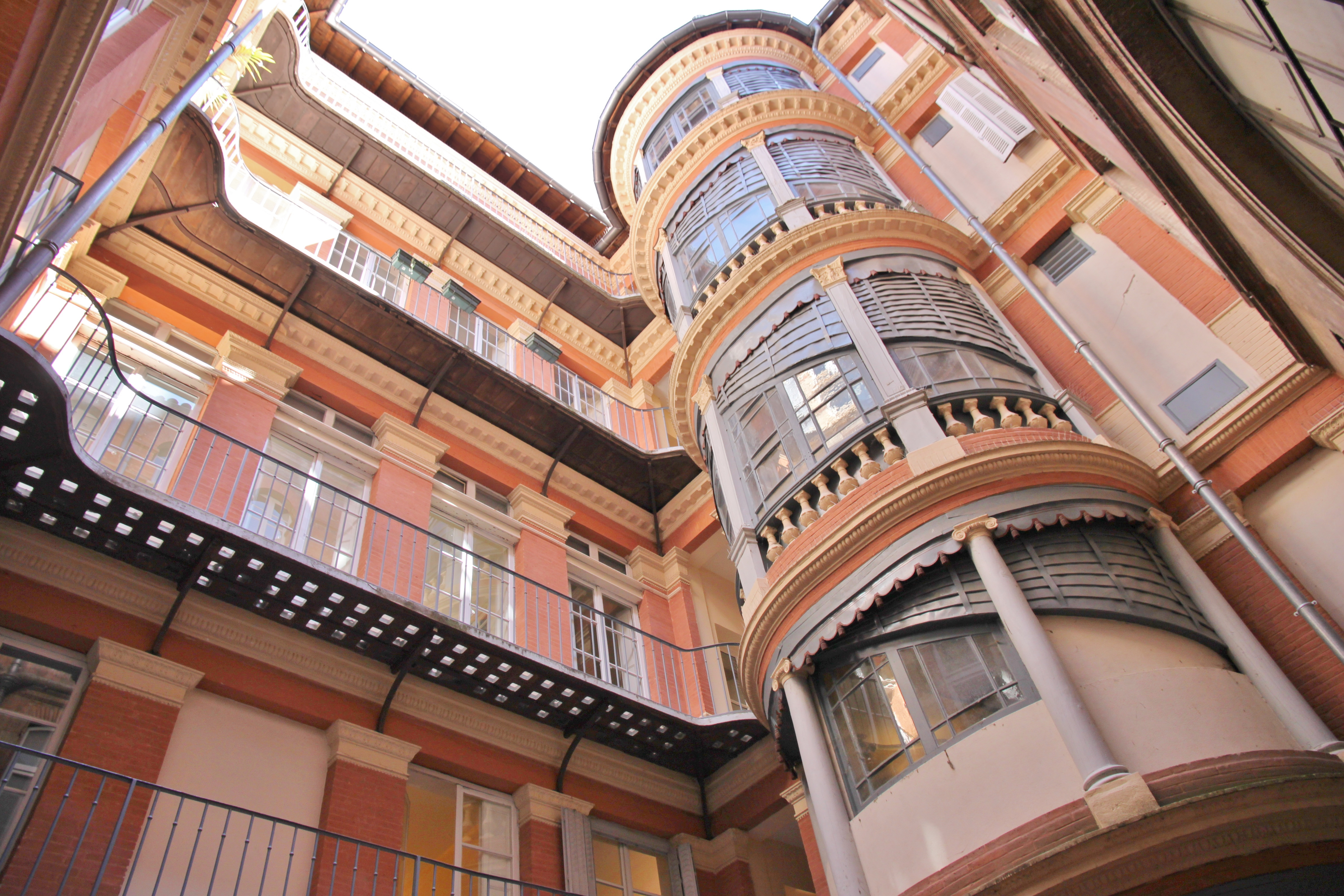
Immeuble aux cariatides, élévations sur cour.
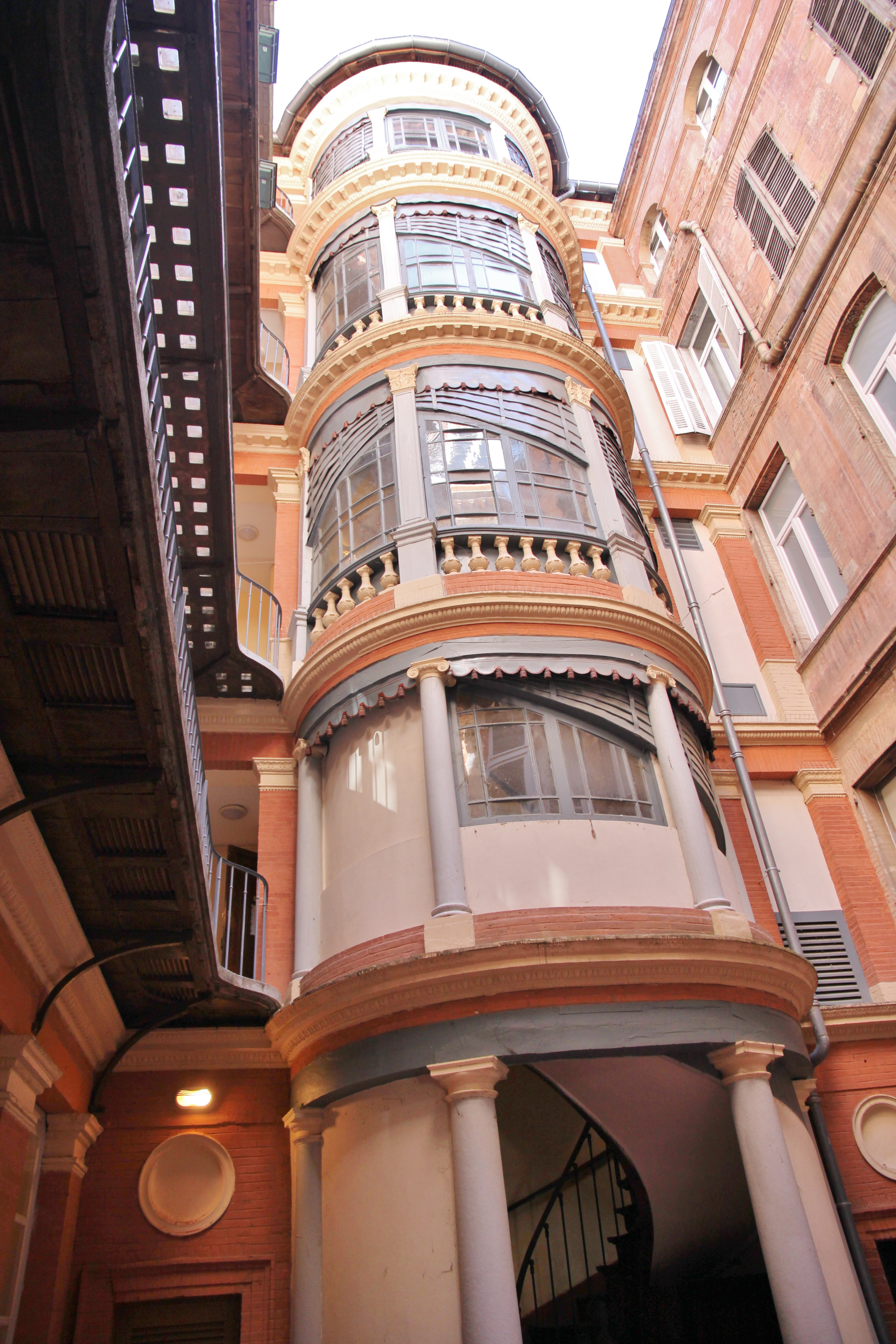
Immeuble aux cariatides, tour d'escalier dans la cour.
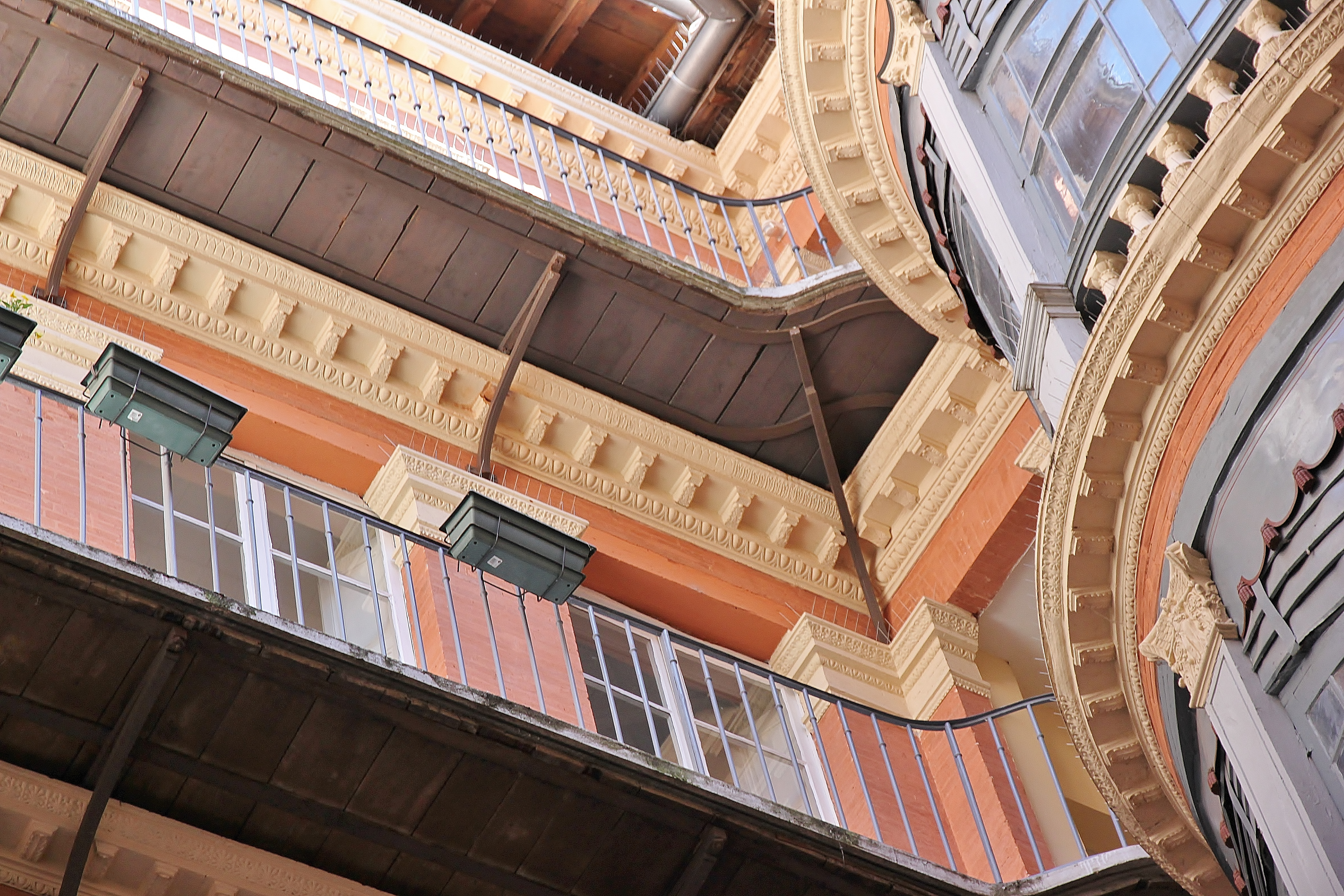
Immeuble aux cariatides, décor de terre cuite dans la cour.
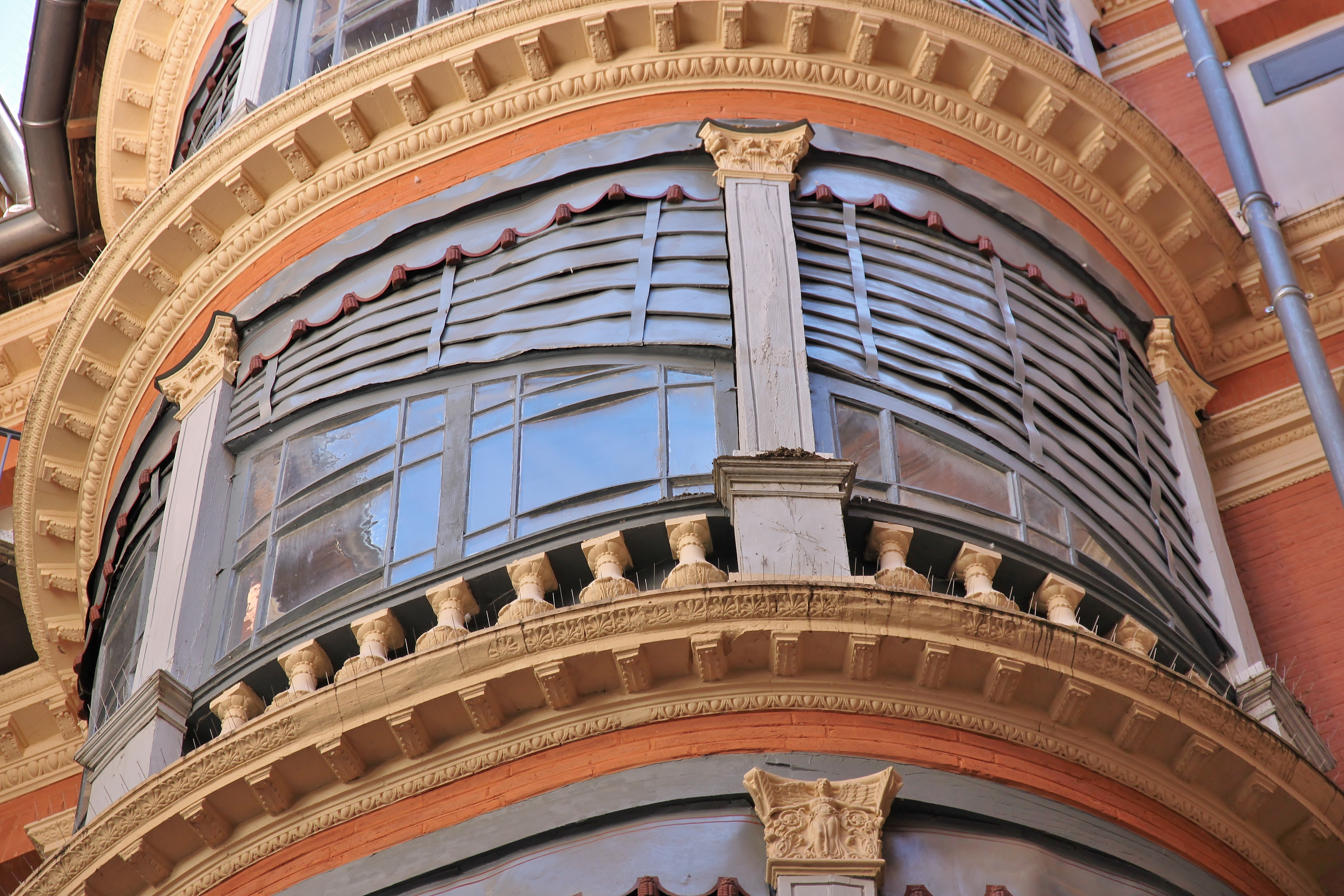
Immeuble aux cariatides, décor de terre cuite sur la tour.
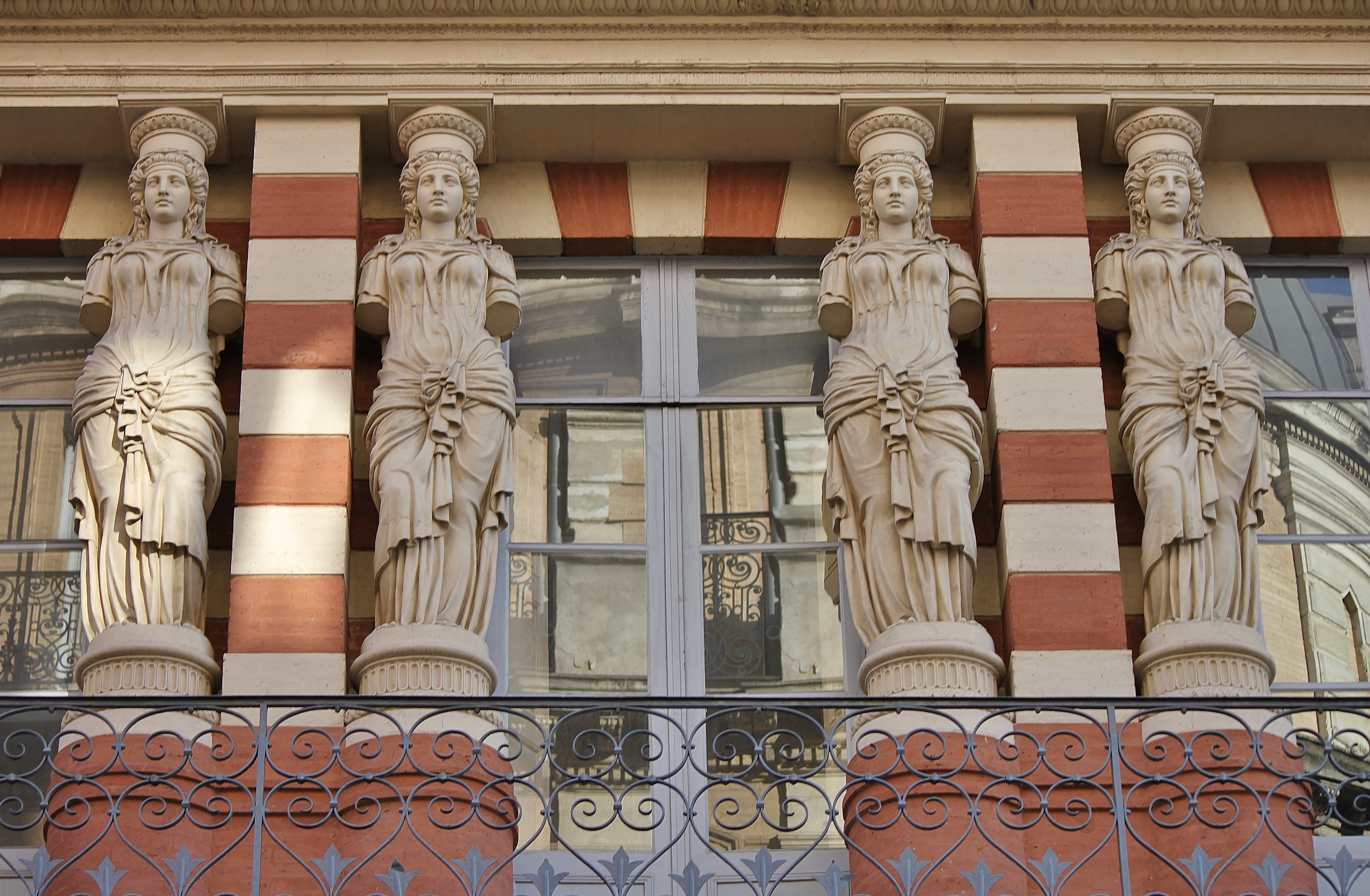
Immeuble aux cariatides, les cariatides d'Auguste Virebent.
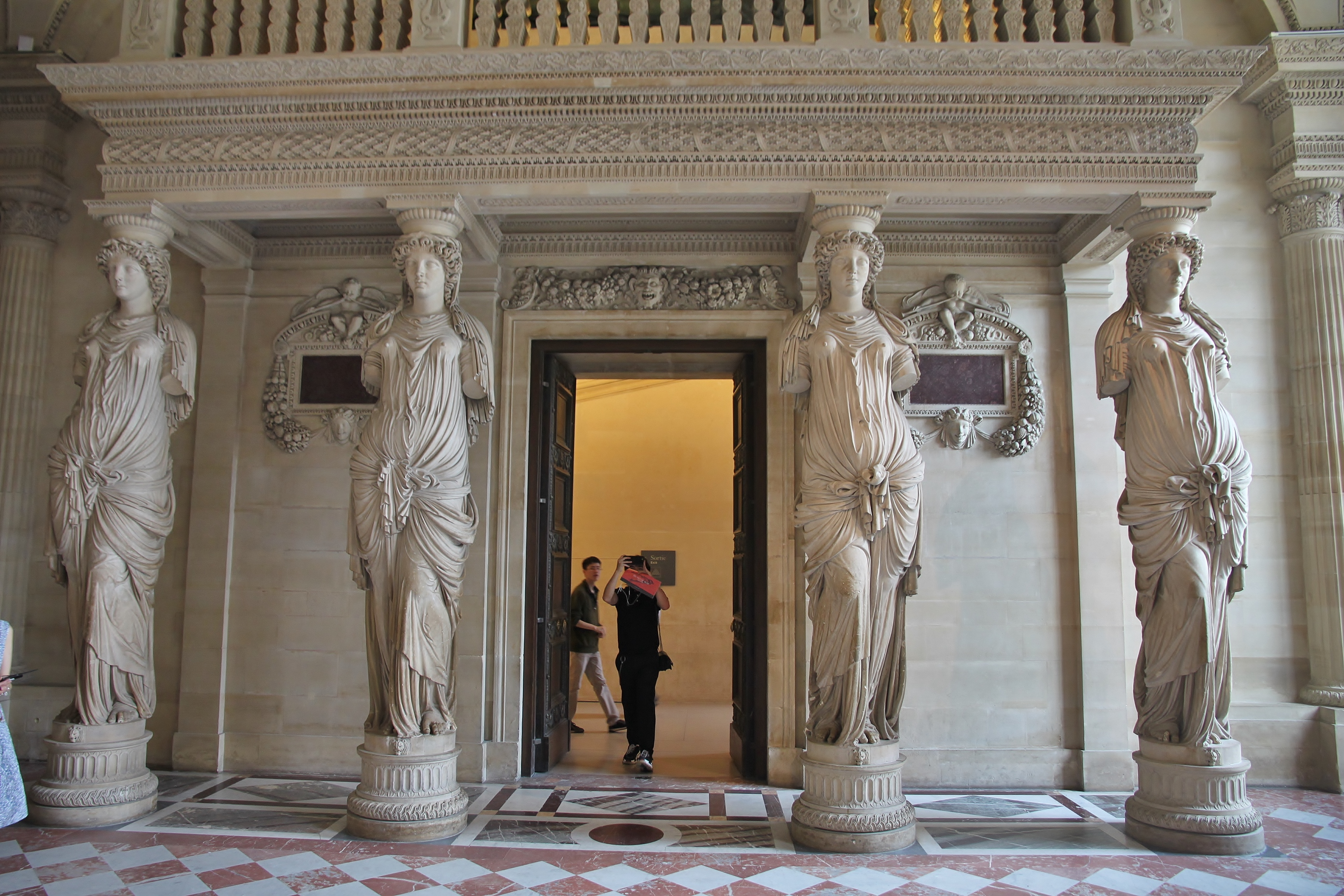
Les cariatides de Jean Goujon au Louvre (1551).
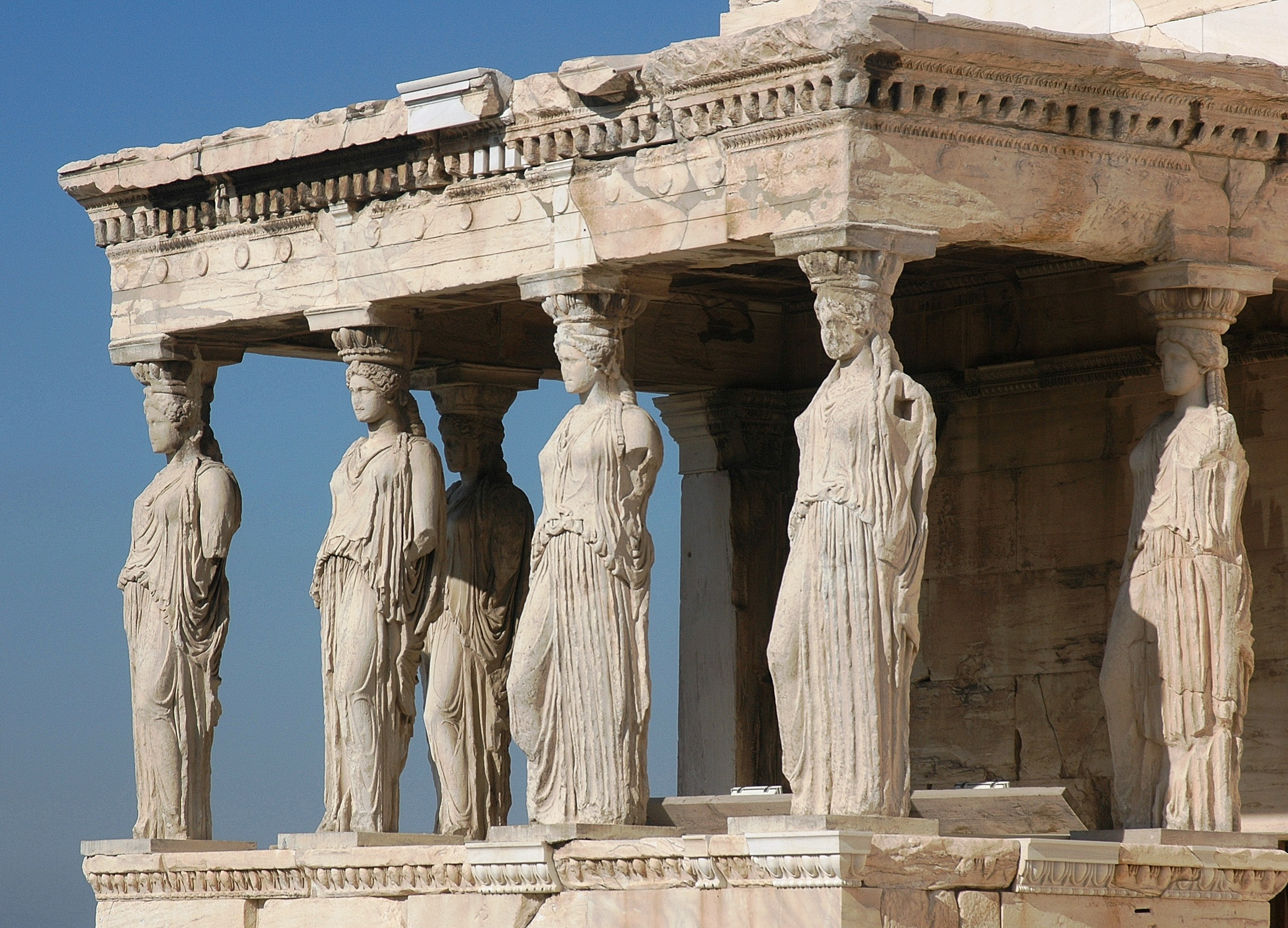
Les cariatides de l'Érechtéion à Athènes (Ve siècle av. J-C.).

#### L'immeuble Escudier
19 allées Jean Jaurès. Non protégé MH.
Cet immeuble élevé dans le deuxième quart du XIXe siècle pour le propriétaire Escudier est un bon exemple de la richesse que les briques moulées et les décors blancs ou rouges type Virebent peuvent apporter à une façade. À l'étage noble, derrière un balcon filant supporté par des griffons, s'élèvent quatre pilastres cannelés aux chapiteaux ioniques ornés de cornes voluptueuses.
À titre d'exemple des nouveautés techniques que la manufacture Virebent apporte même sur des décors traditionnels : les cannelures des pilastres ne sont plus taillées dans la brique cuite comme cela se pratiquait à Toulouse jusqu'alors, mais les briques encore crues sont moulées dans cette forme et cuites ensuite.

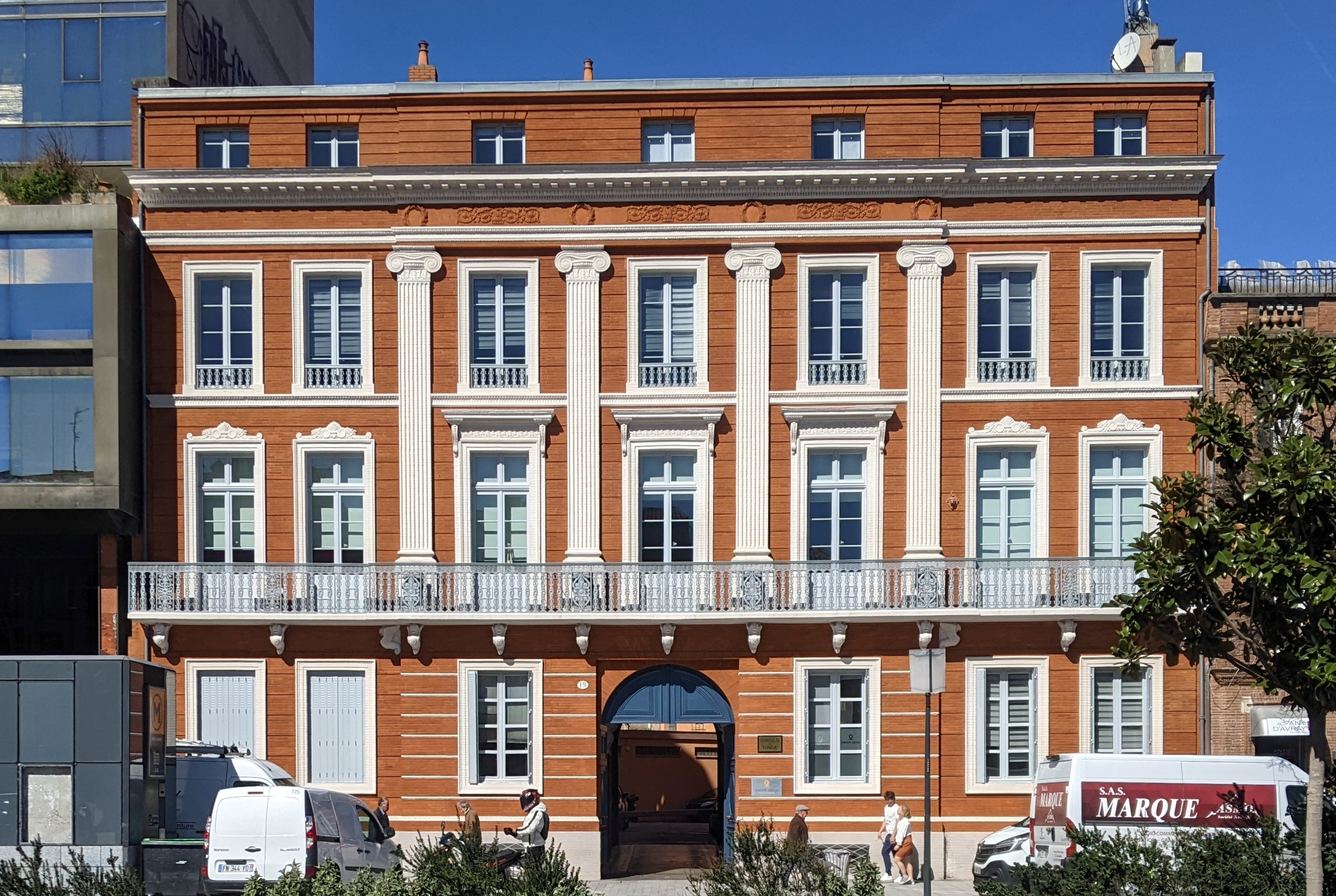
Immeuble Escudier.
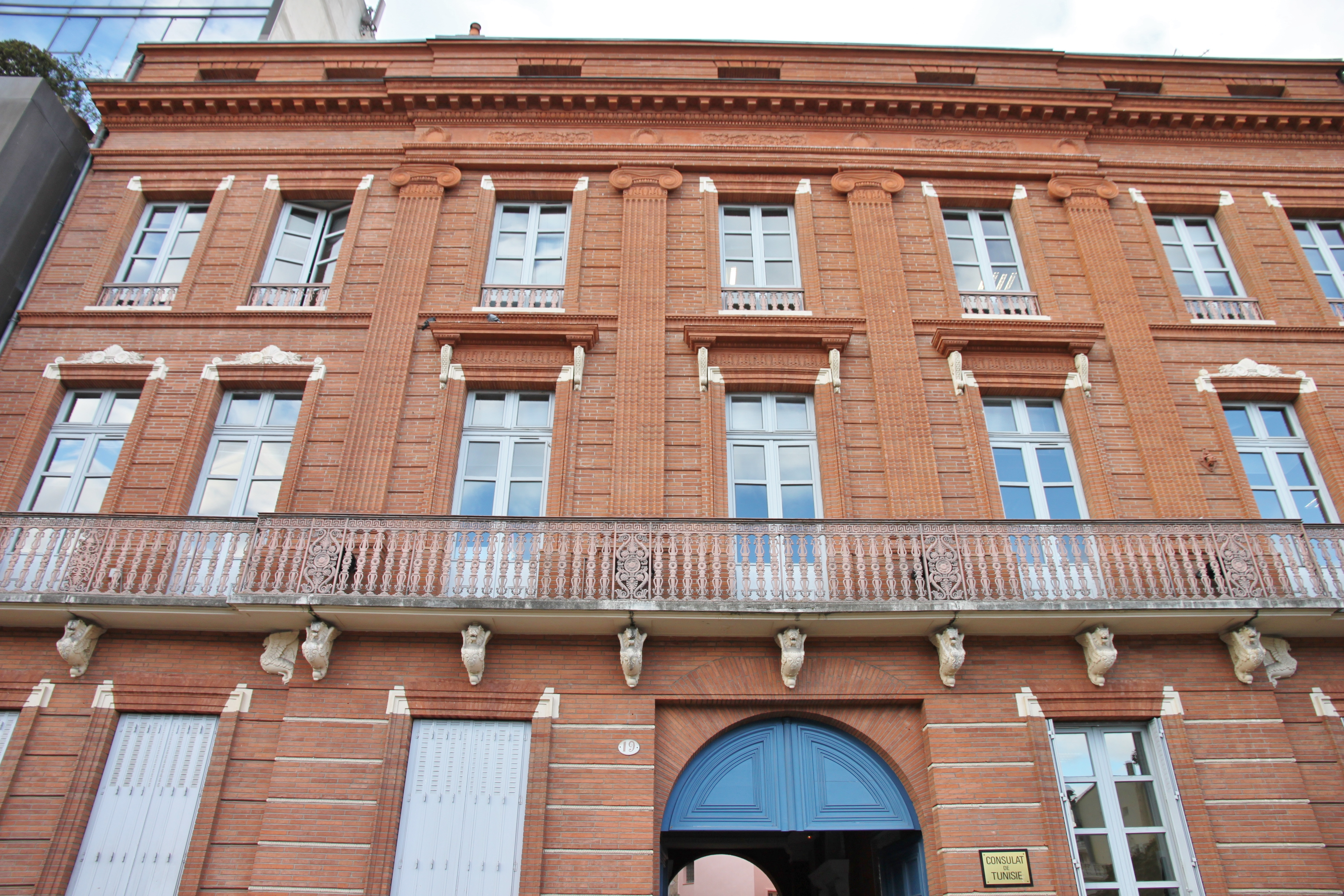
Immeuble Escudier.
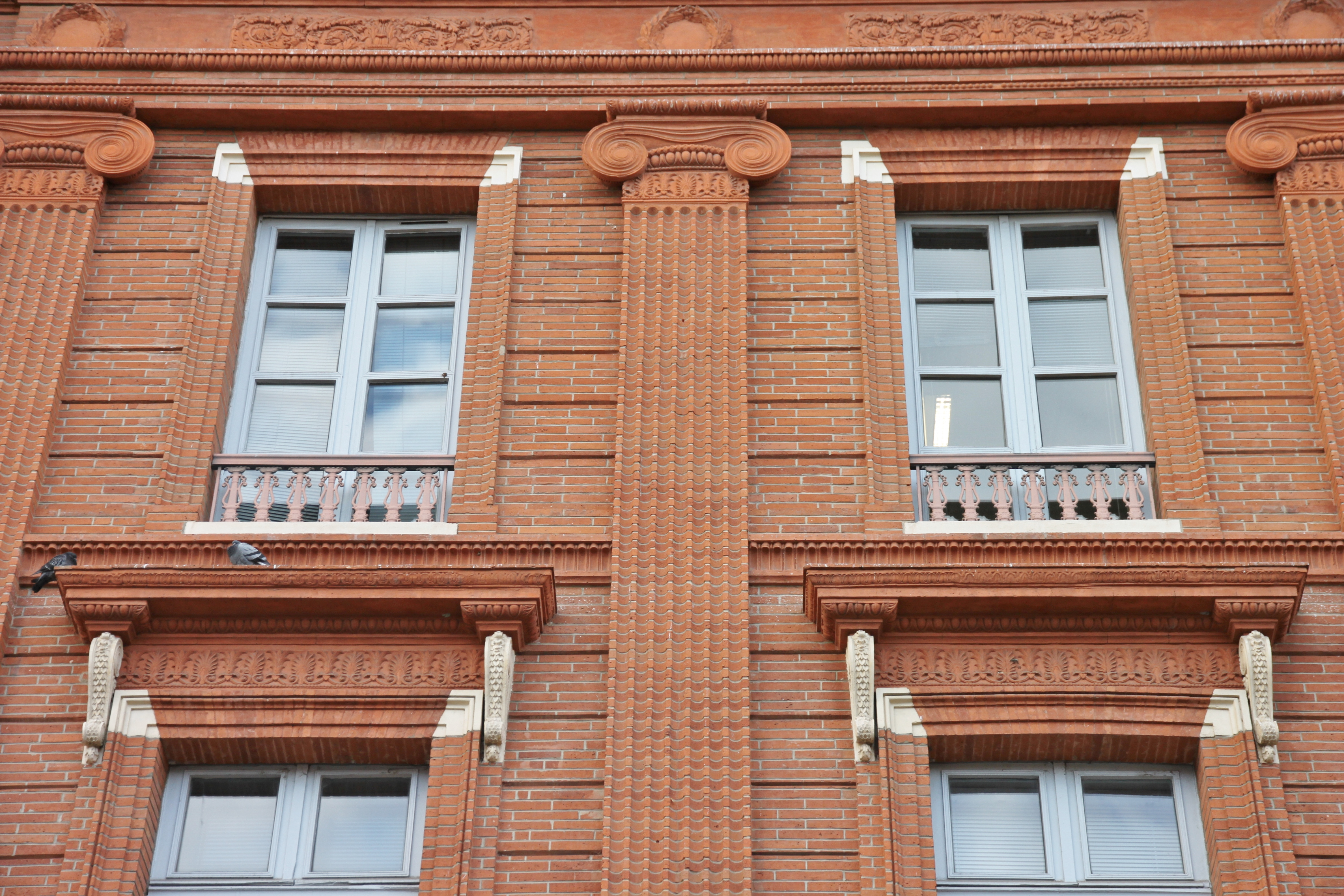
Immeuble Escudier.
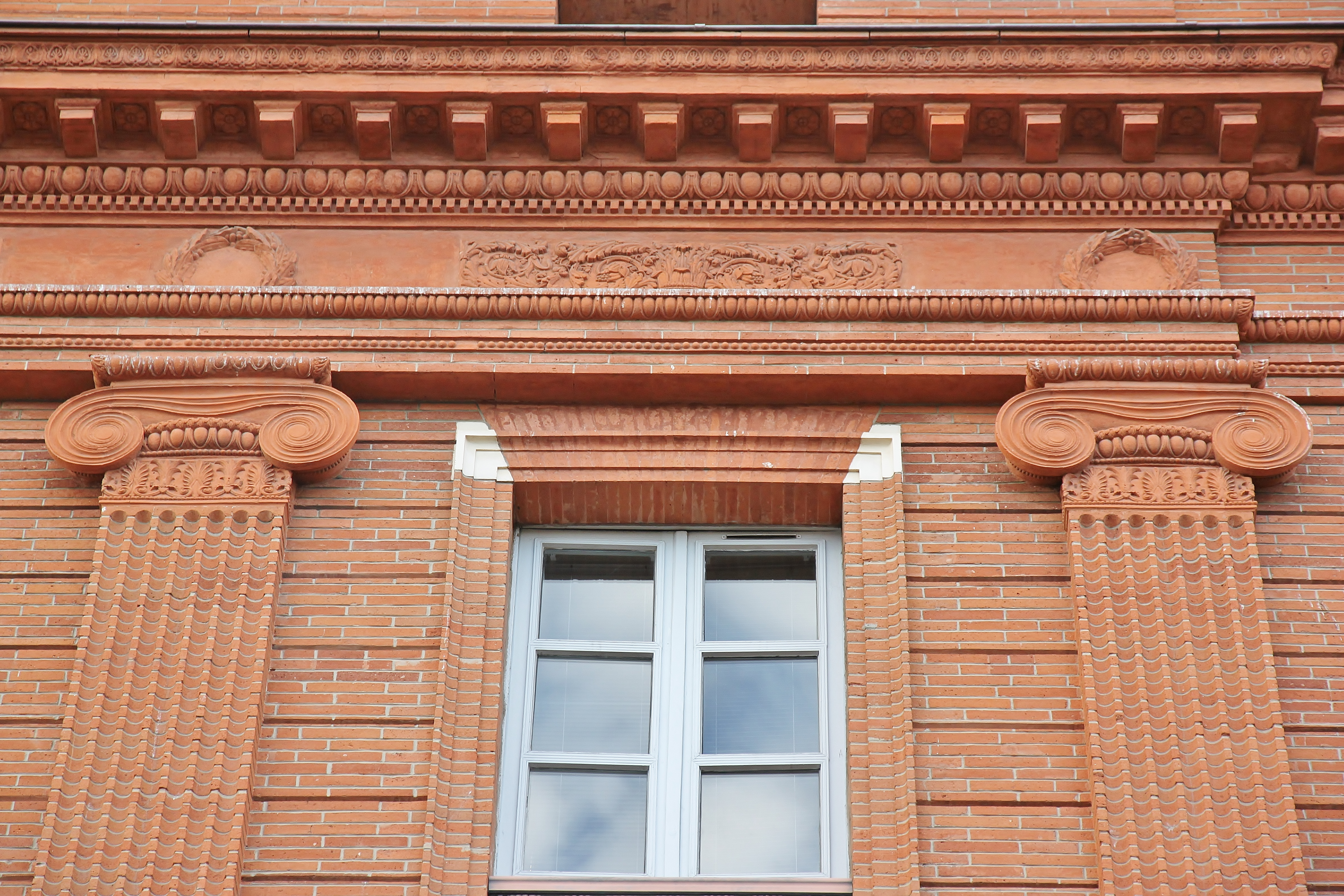
Immeuble Escudier.
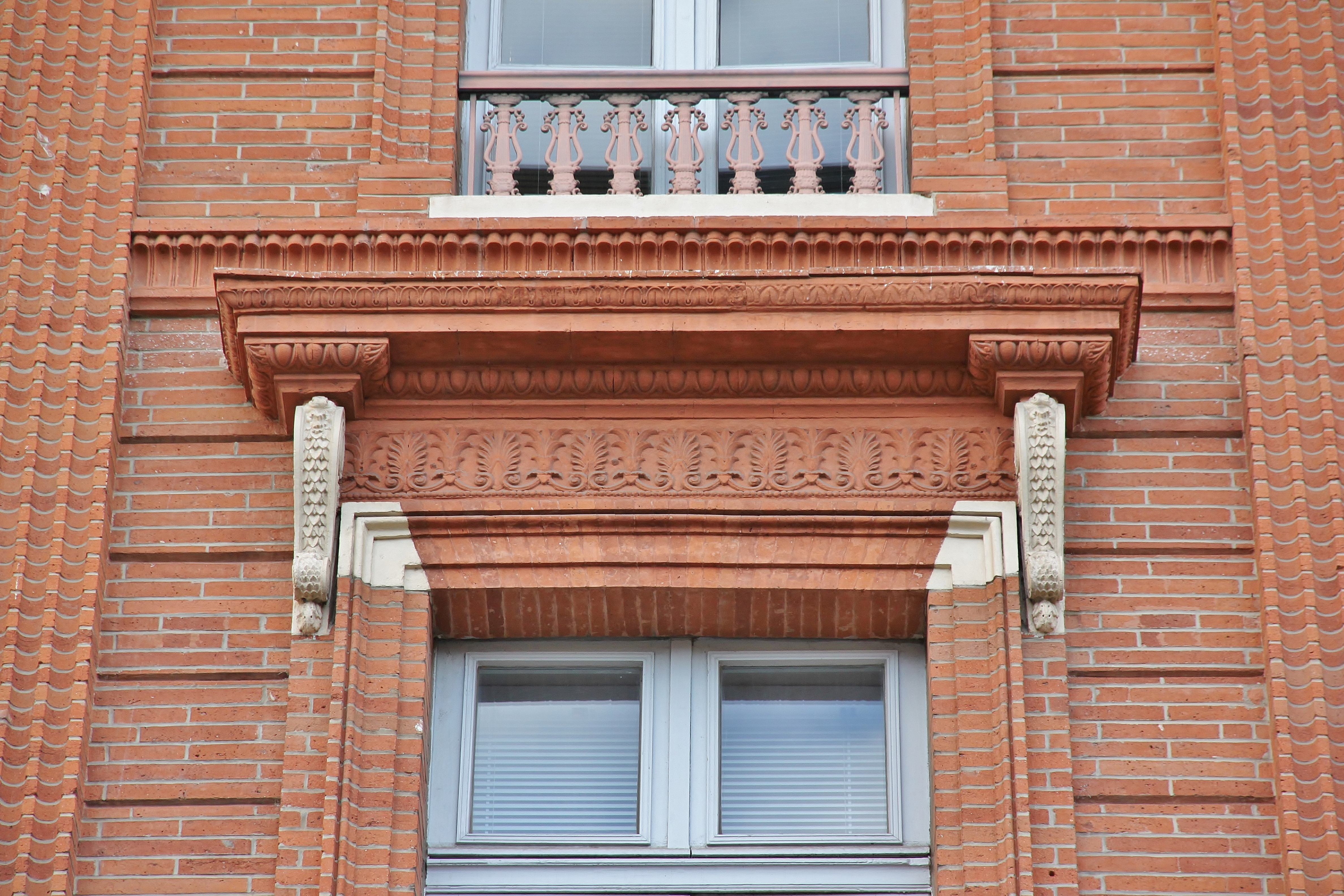
Immeuble Escudier.
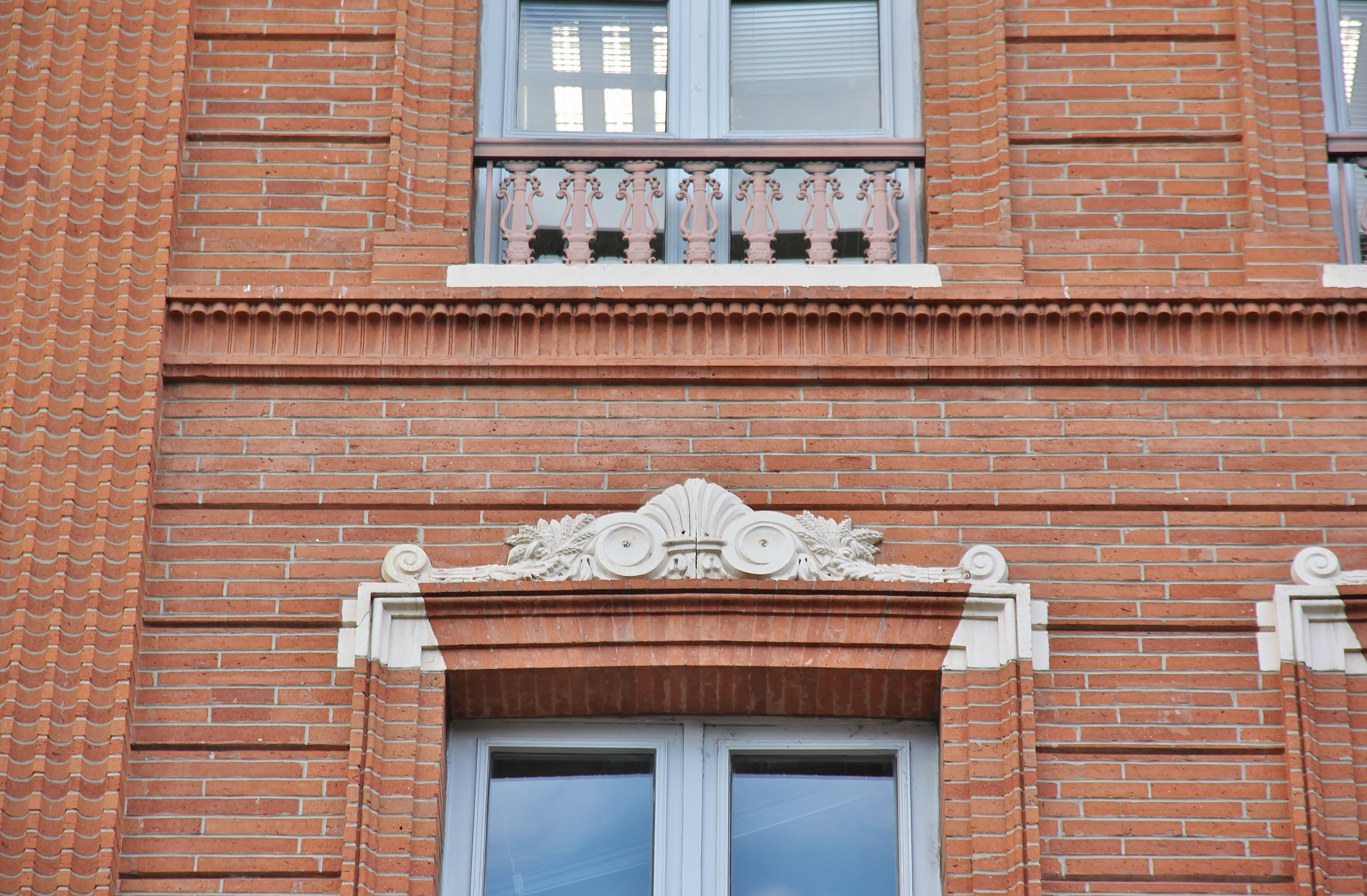
Immeuble Escudier.
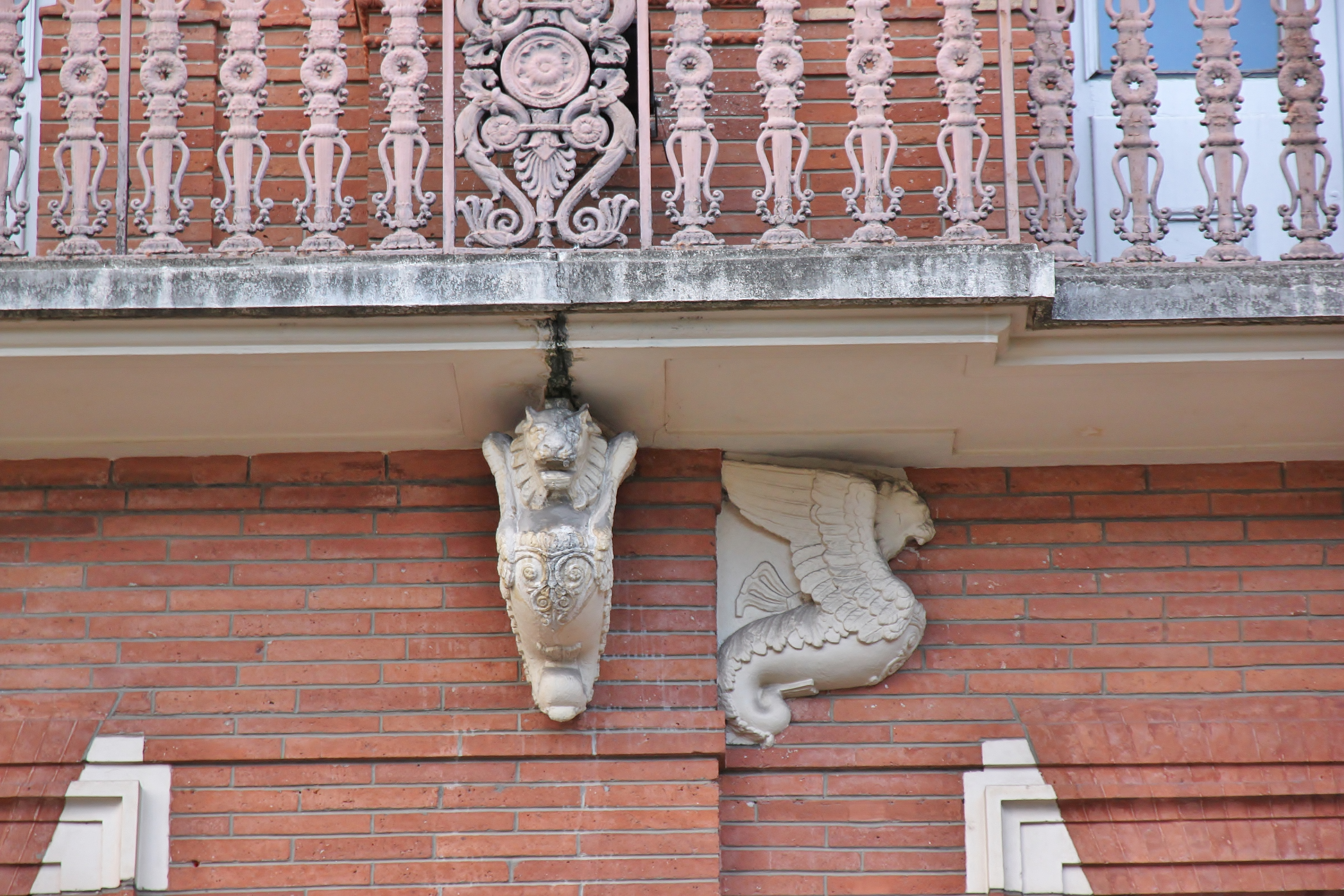
Immeuble Escudier.

#### L'immeuble du 5 rue Baronie
5 rue Baronie. Non protégé MH.
Construit dans la deuxième moitié du XIXe siècle, cet immeuble est orné de décors en terre cuite provenant de la manufacture Virebent. À l'exception du rez-de chaussée qui est en pierre, le reste des élévations est en brique claire. La tourelle d'angle en surplomb est construite en brique et terre cuite avec des bossages imitant la pierre, son cul-de-lampe richement orné rappelle la tourelle Renaissance de l'hôtel de Molinier et se retrouve de façon spectaculaire au château de Launaguet.

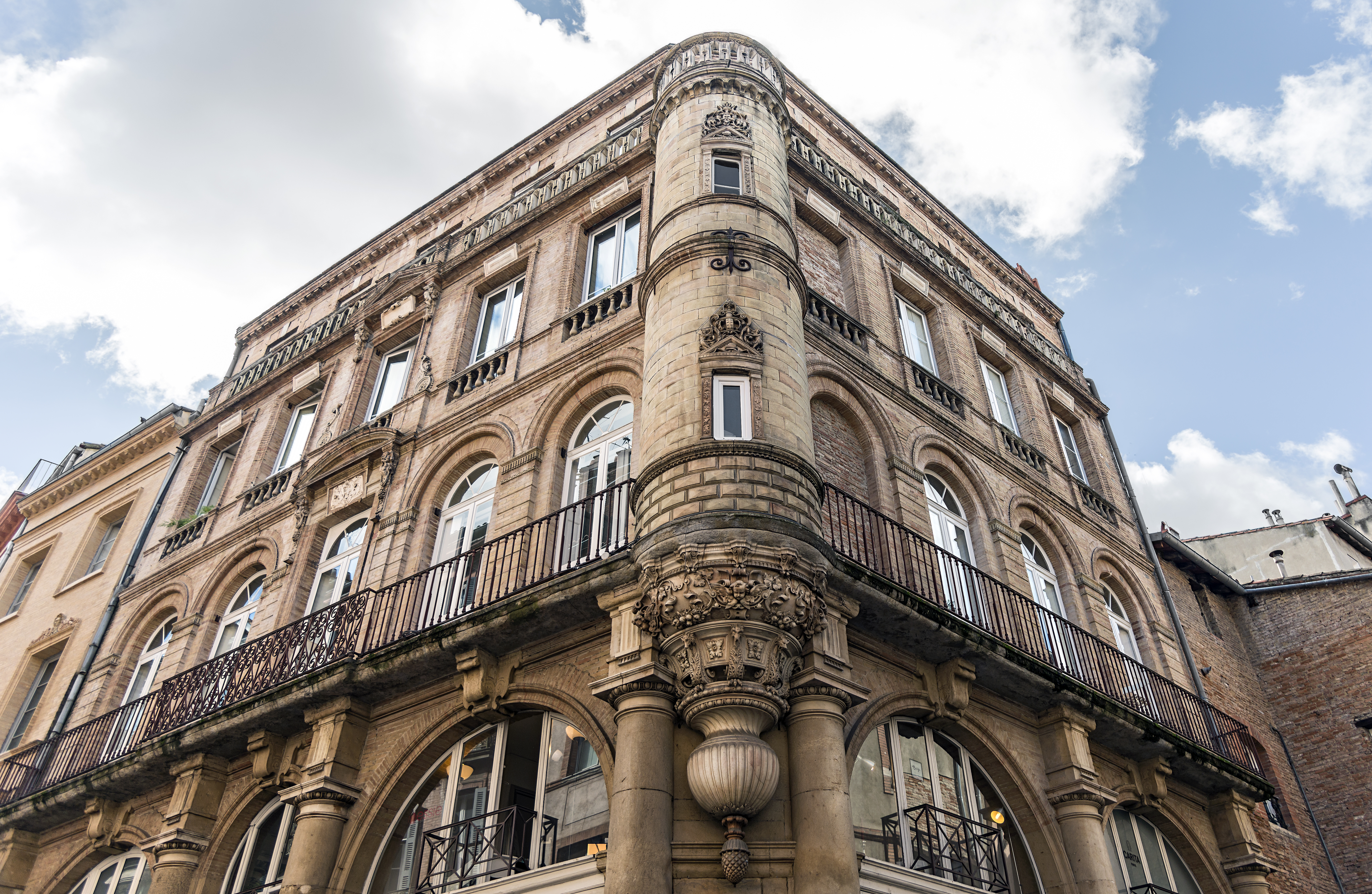
Immeuble du 5 rue Baronie.
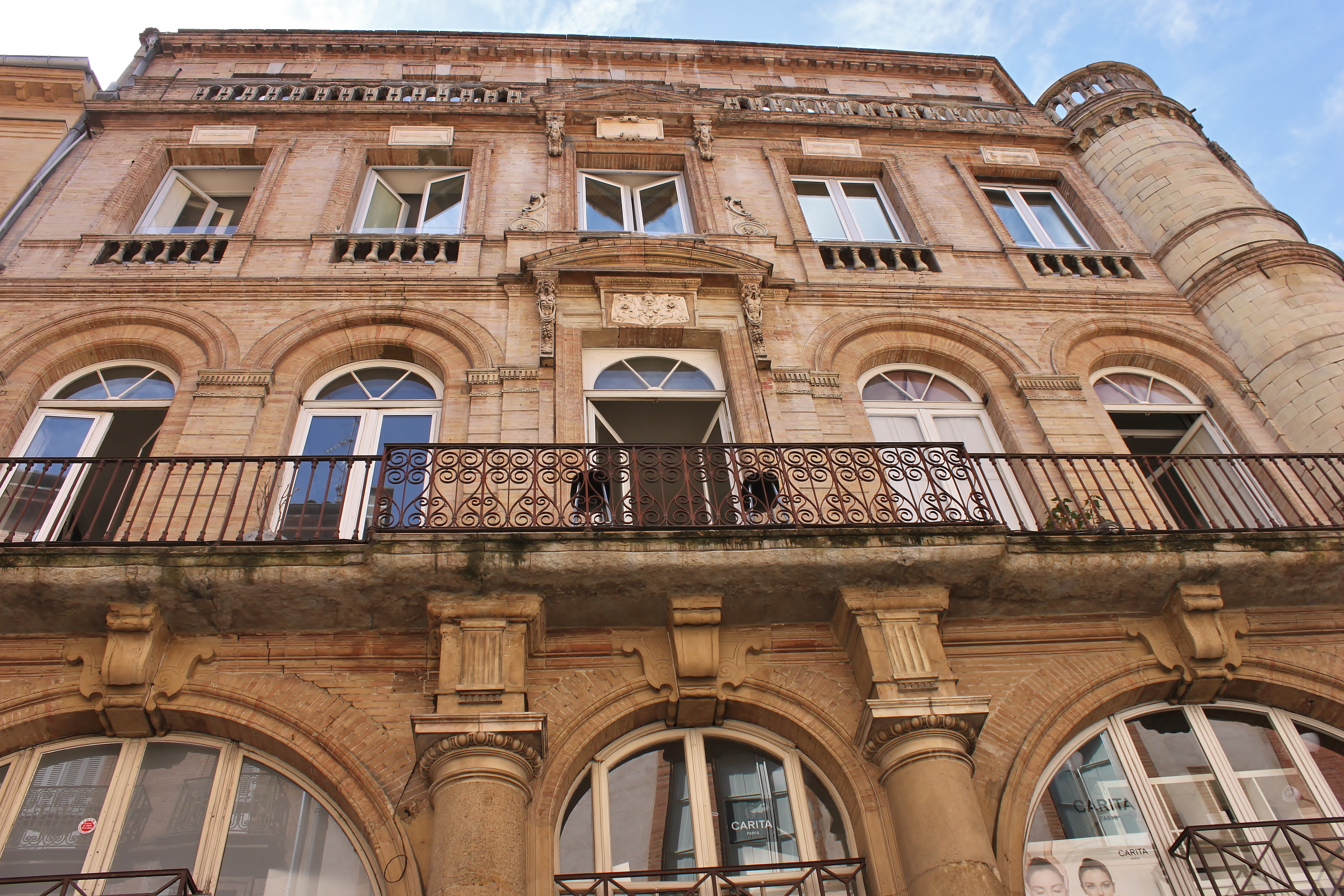
Immeuble du 5 rue Baronie, façade.
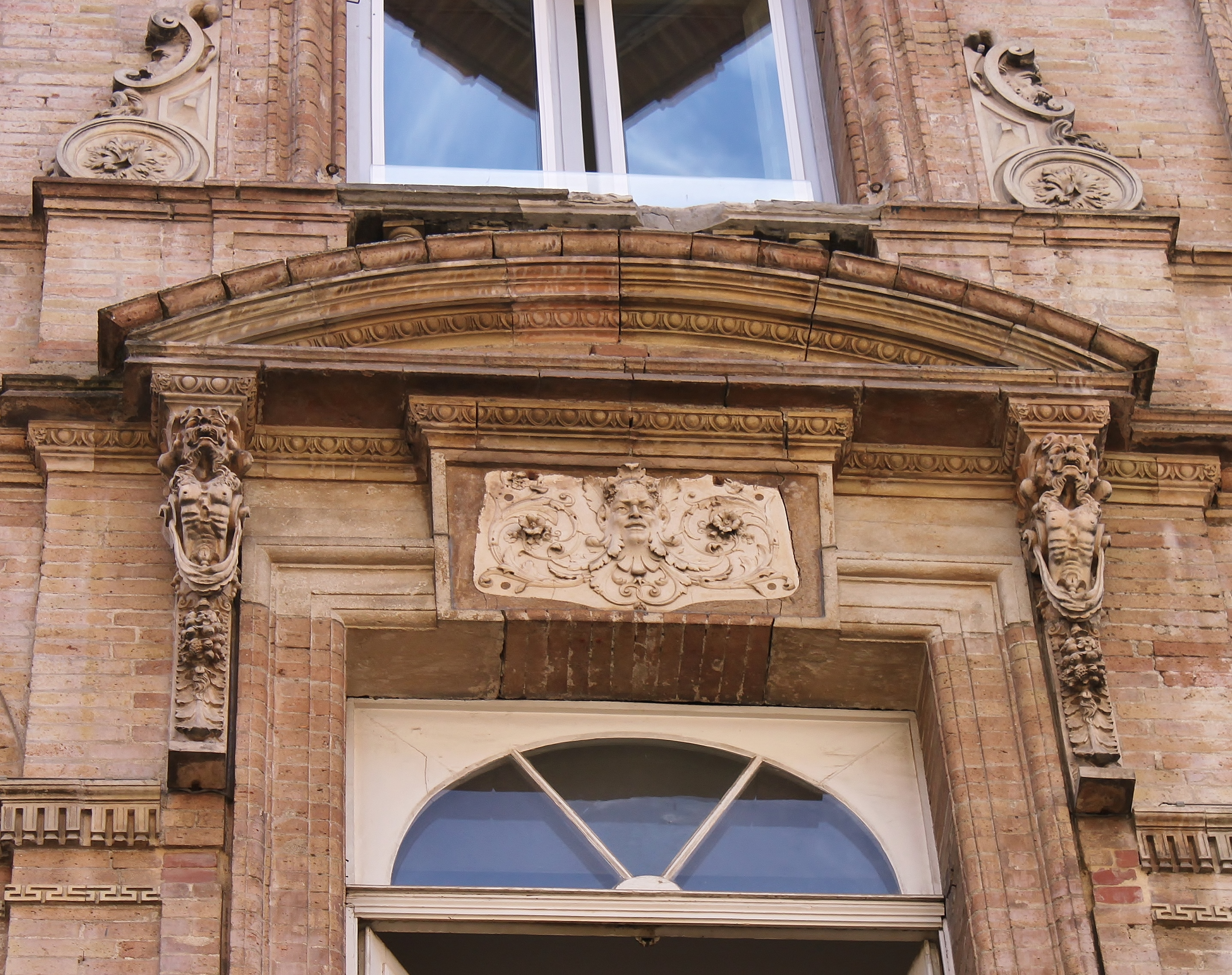
Immeuble du 5 rue Baronie, détail de la façade.
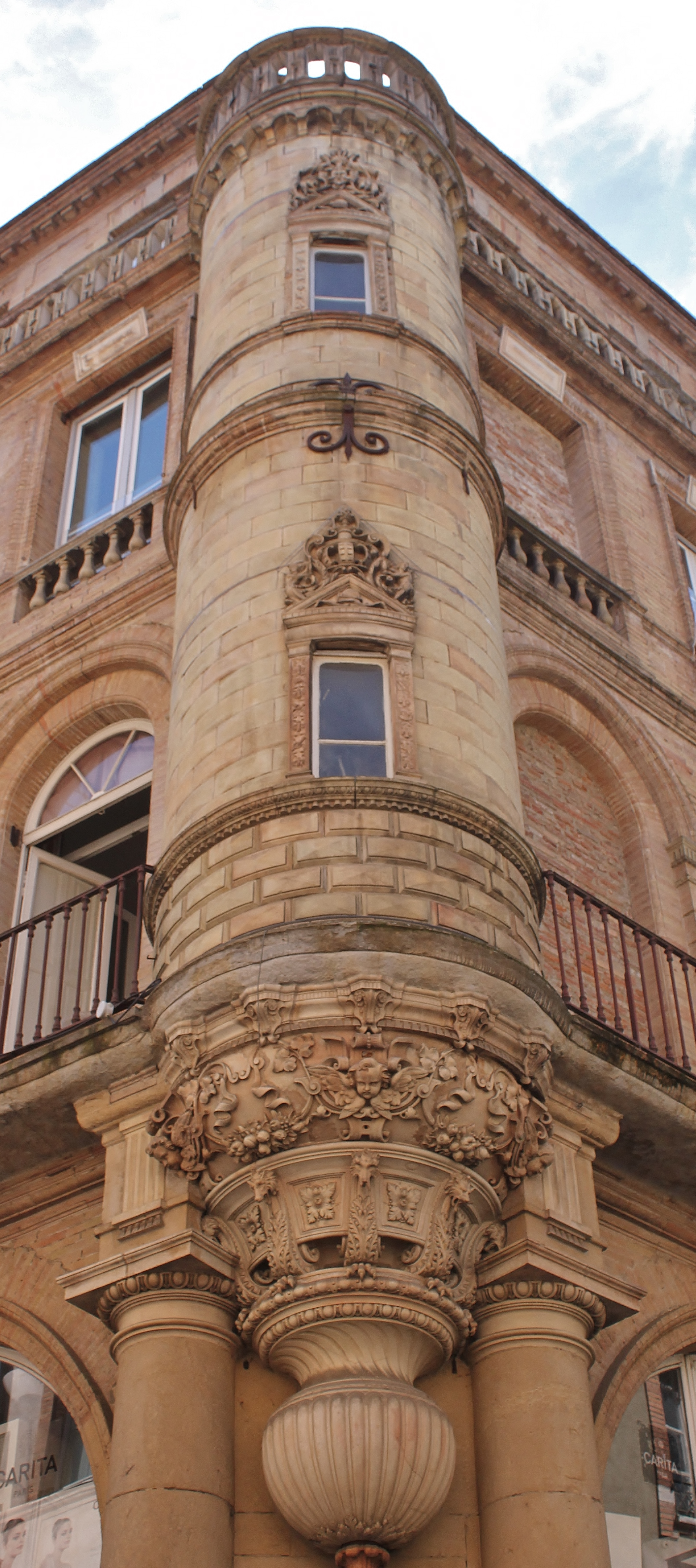
Immeuble du 5 rue Baronie, tourelle.
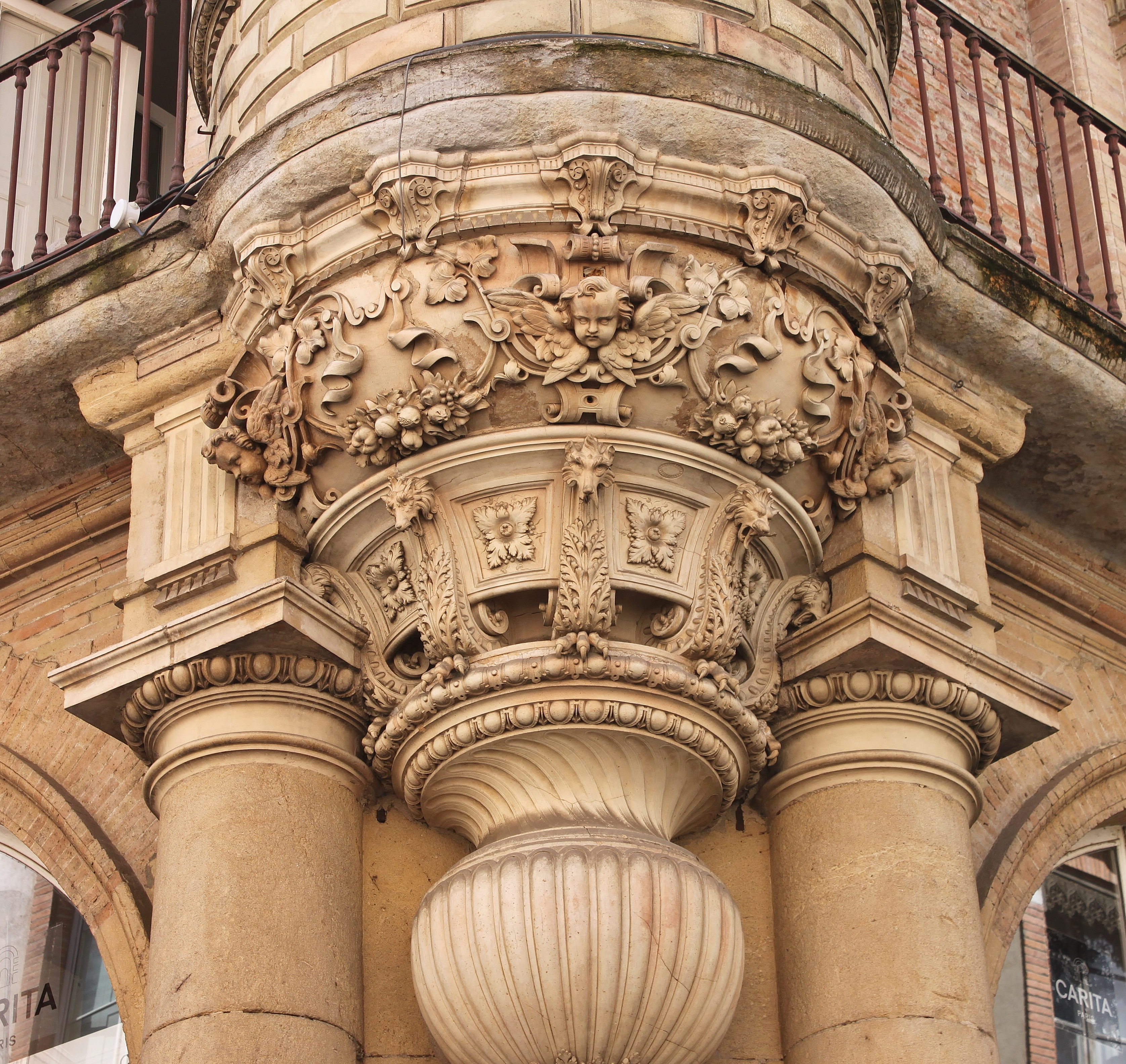
Immeuble du 5 rue Baronie, cul-de-lampe de la tourelle.

#### L'immeuble Gazagne du haut des allées Jean Jaurès
67 et 69 allées Jean Jaurès. Non protégé MH.
Cet immeuble est élevé en 1883 par l'architecte Étienne Gazagne pour lui-même. La façade principale sur les allées Jean Jaurès est très ornée, l'architecte a multiplié les effets en alternant, suivant les étages, les matériaux des garde-corps (en pierre ou en fonte) et leur forme (rectiligne ou ondulant). Les baies occupent l'essentiel de l'espace offrant ainsi un maximum de lumière à l'habitation. Des éléments comme les atlantes et cariatides, les mascarons, les consoles, les clefs, sont sculptés dans la pierre et non plus réalisés en terre cuite moulée dont la mode commence à passer.

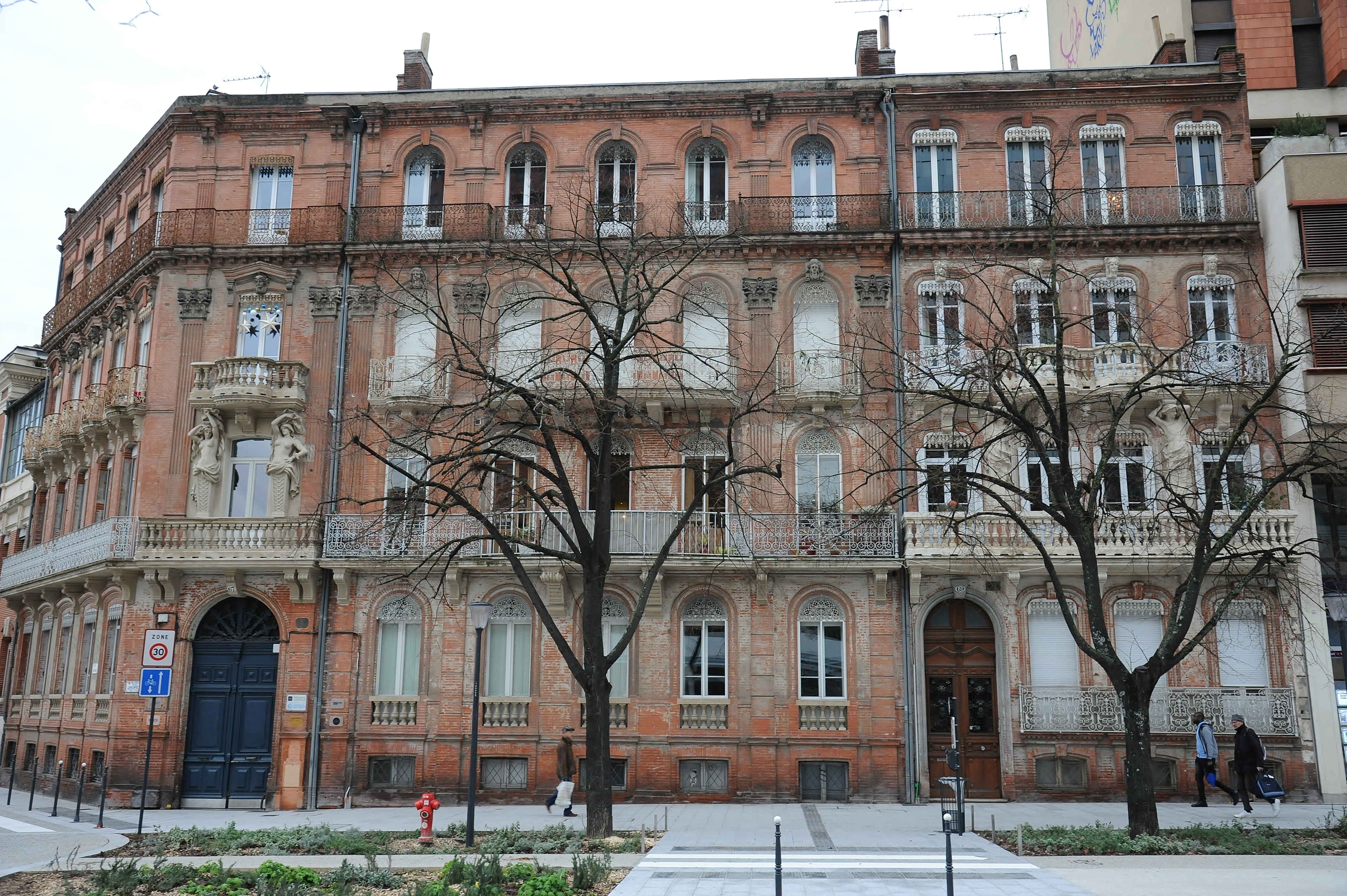
Immeuble Gazagne.
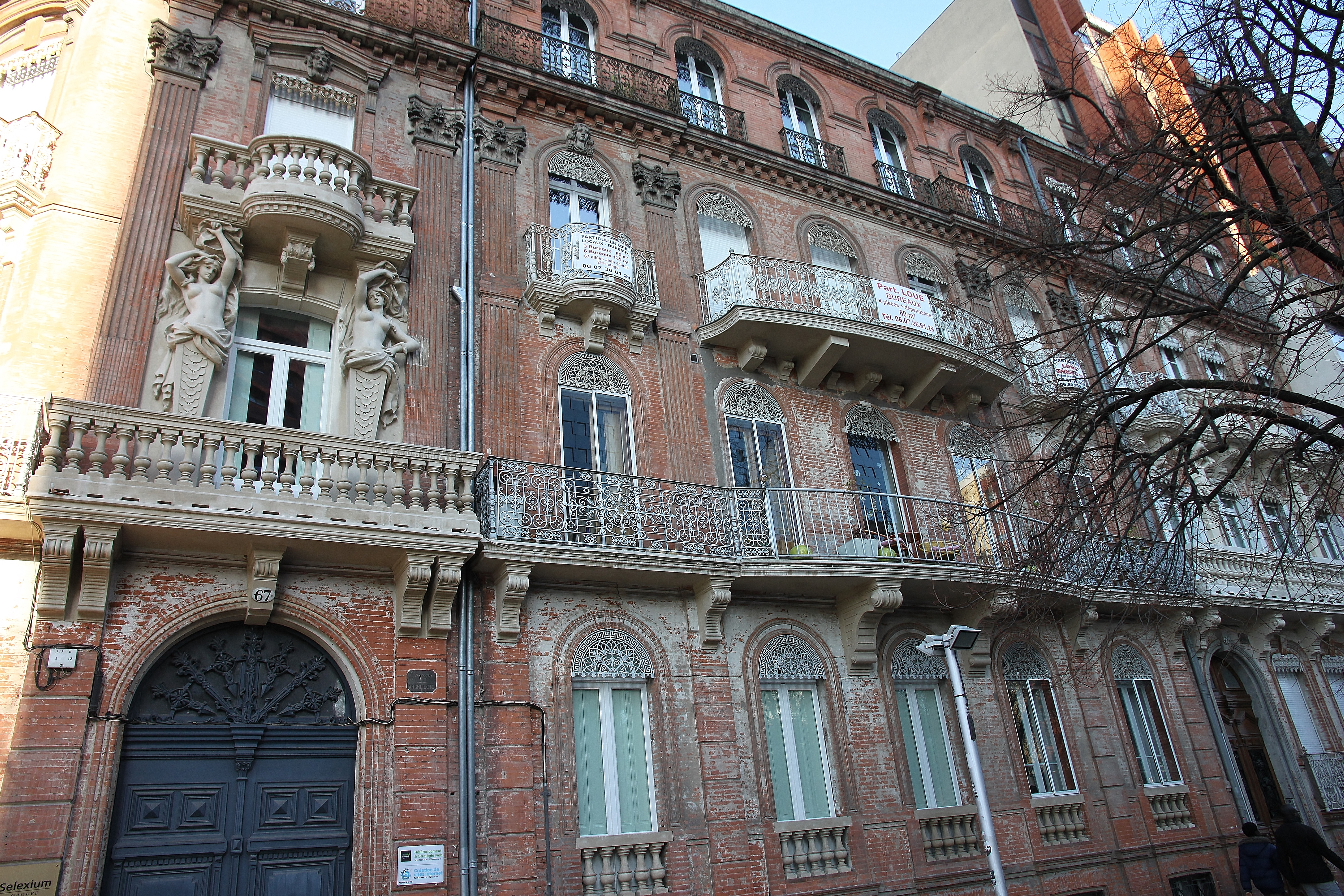
Immeuble Gazagne.
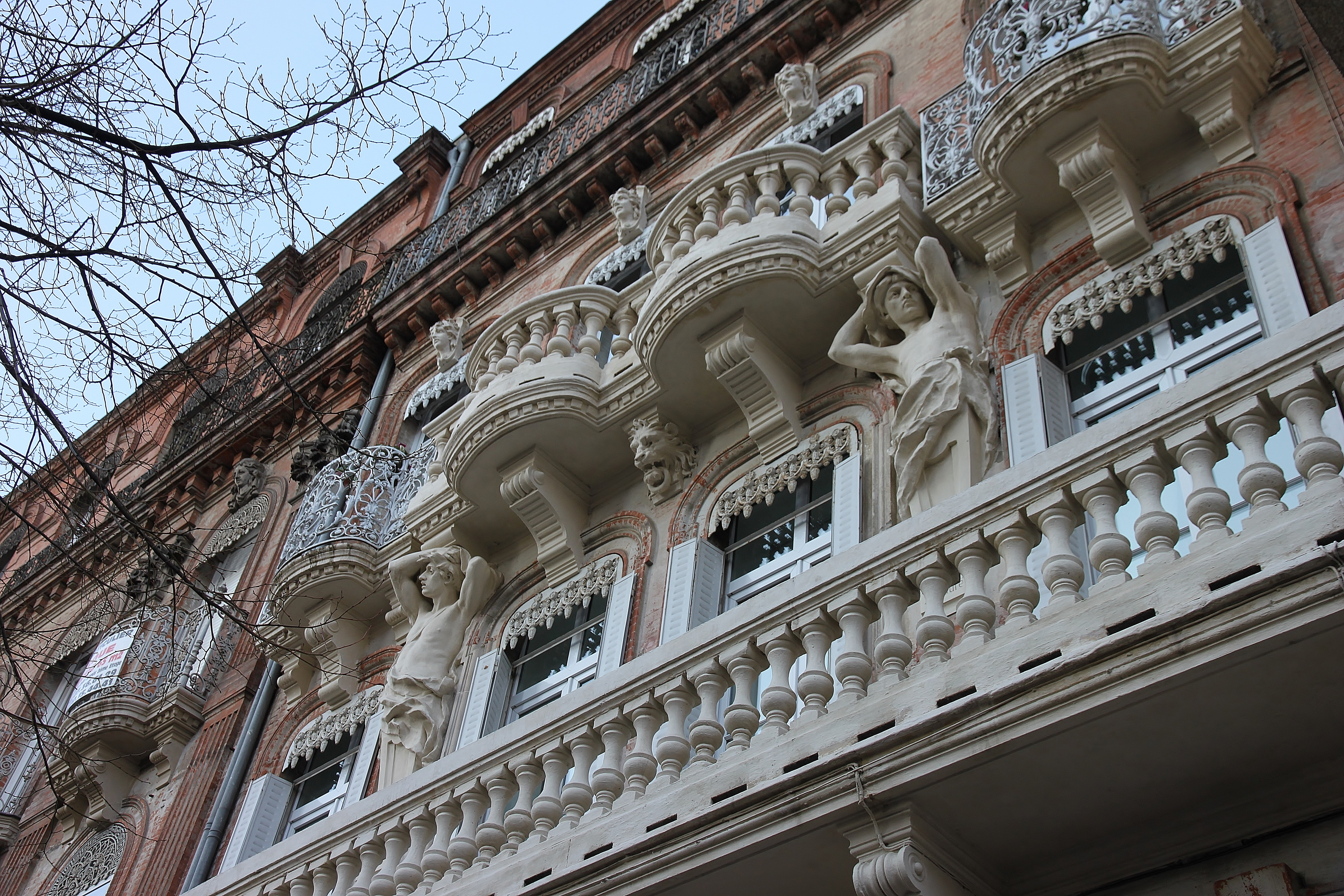
Immeuble Gazagne.
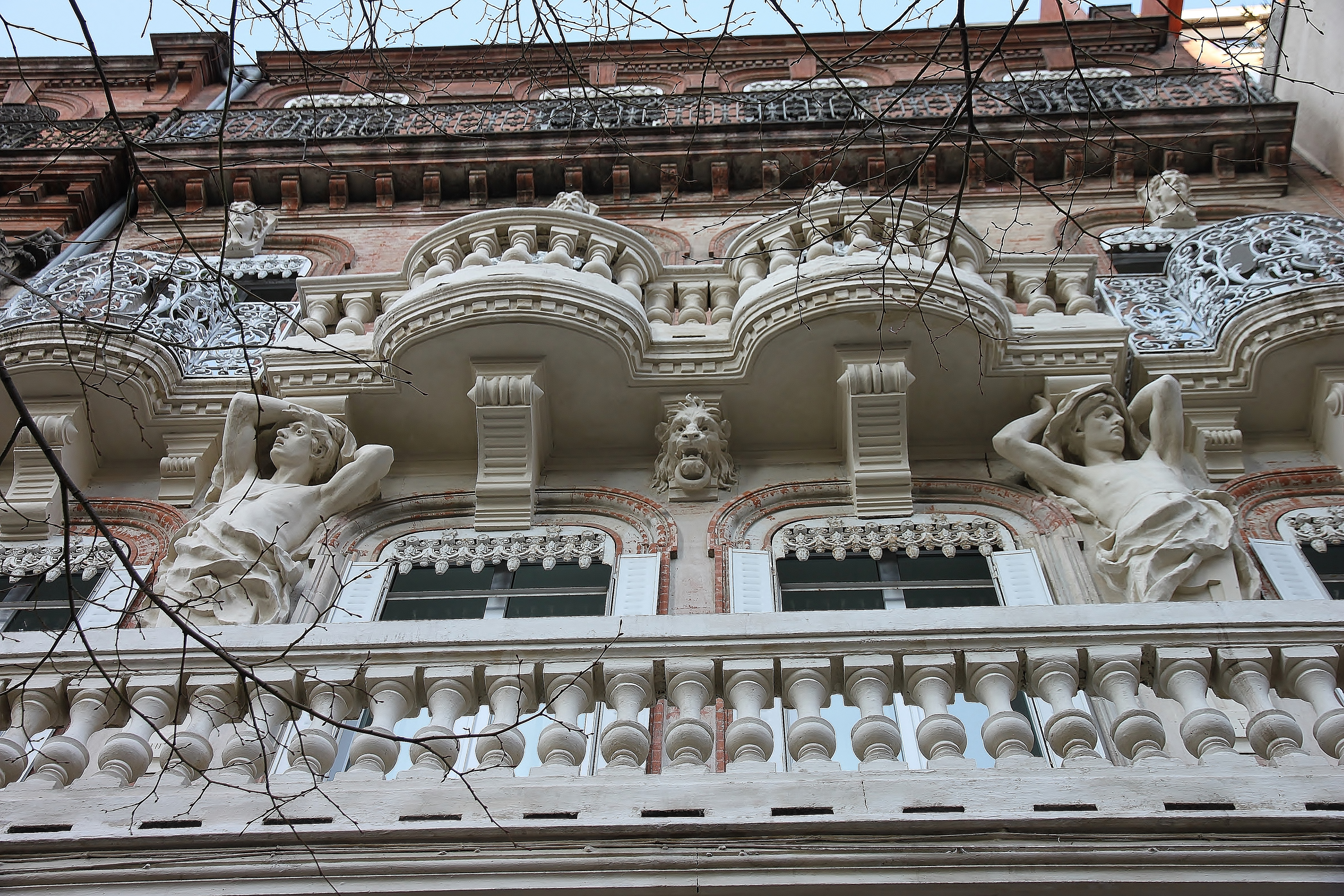
Immeuble Gazagne.
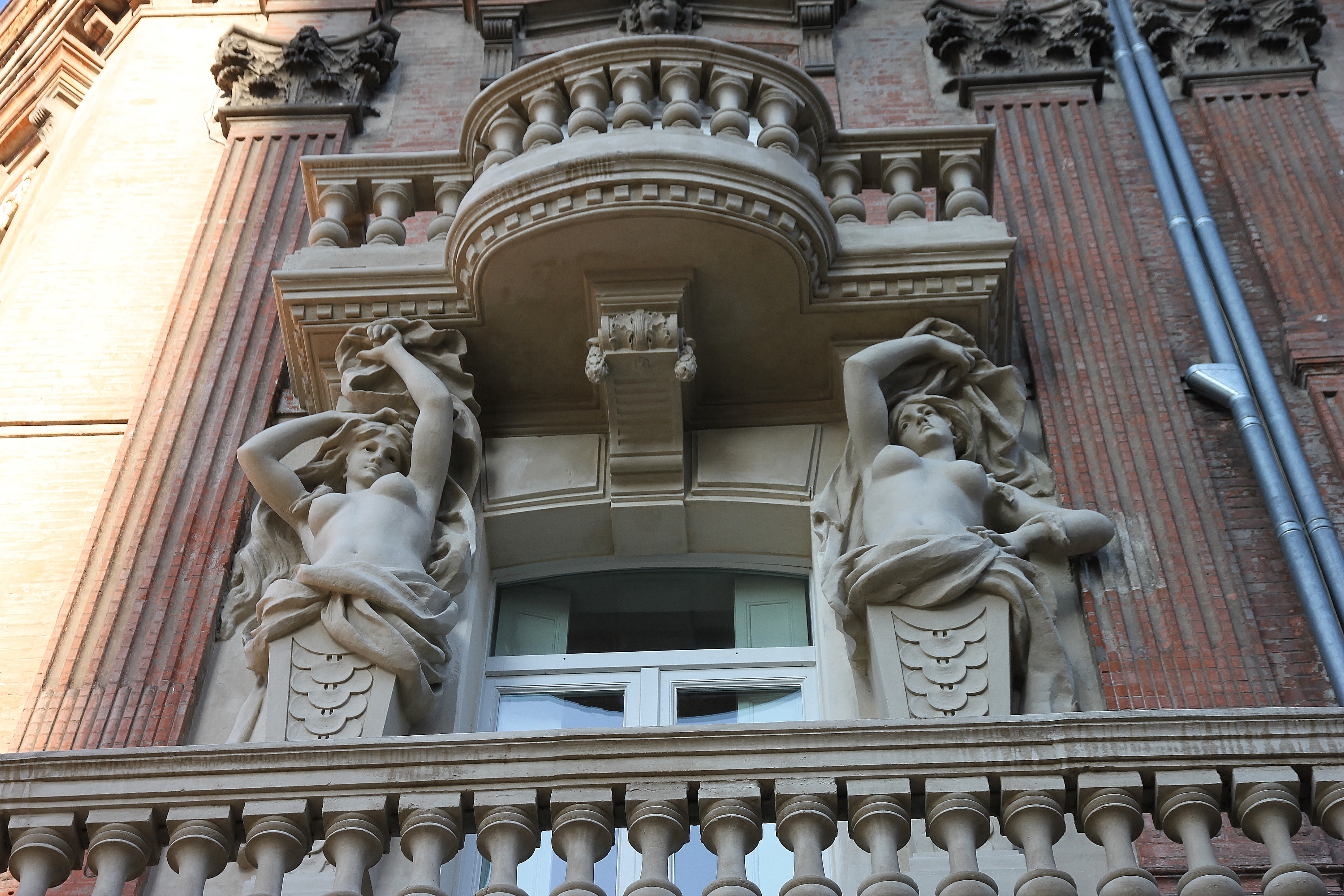
Immeuble Gazagne.
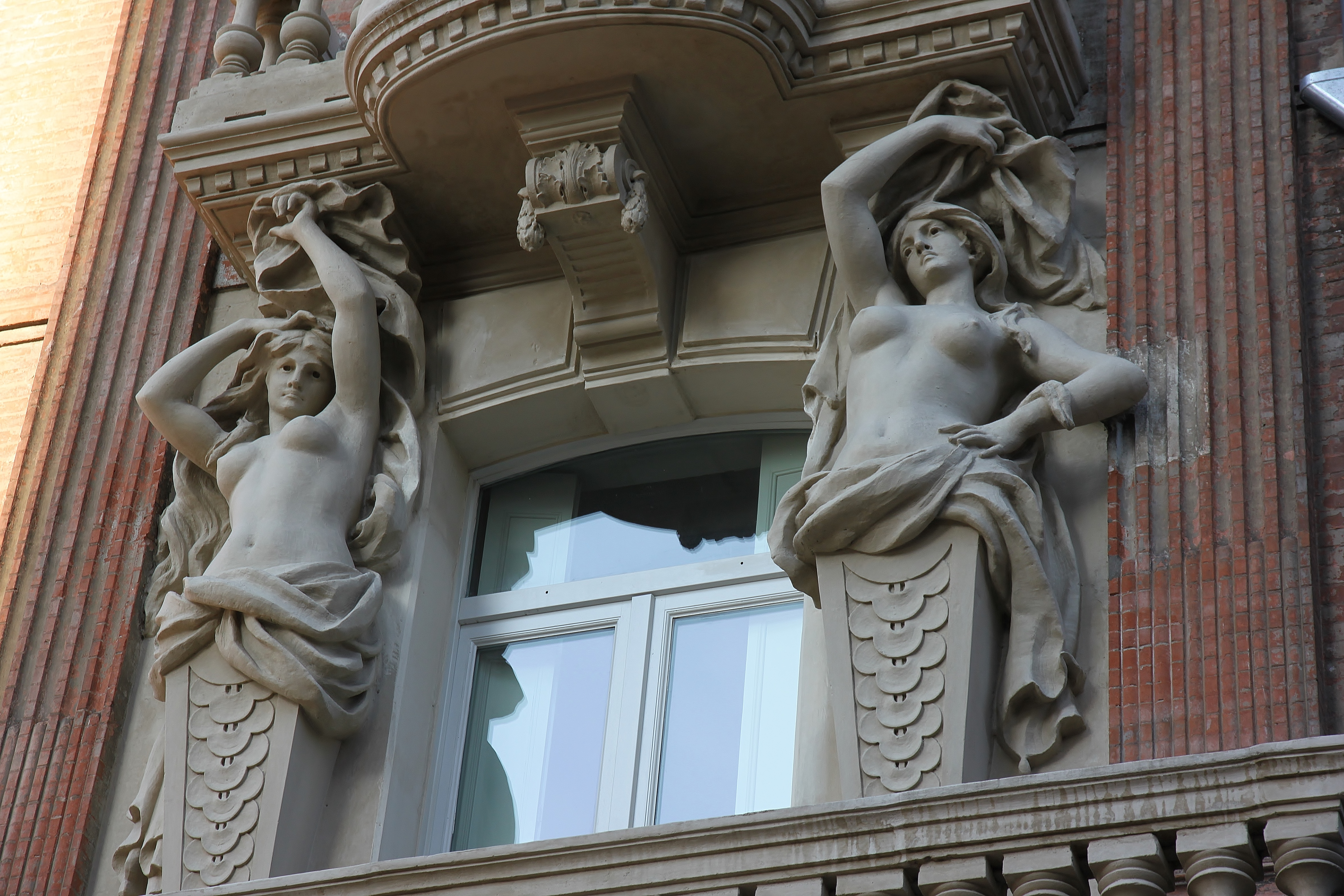
Immeuble Gazagne.

#### L'immeuble Gailhard
46 rue d'Alsace-Lorraine. Non protégé MH.
Cet immeuble de type haussmannien est élevé en 1883 par l'architecte Jacques Lacassin pour Pedro Gailhard, un Toulousain devenu chanteur célèbre puis directeur de l'Opéra de Paris. Il est représentatif des immeubles qui s'élèvent à cette époque rue d'Alsace-Lorraine et dans d'autres rues nouvellement percées de Toulouse : brique jaune (ou claire) pour adopter le ton de la pierre et ornements sculptés dans la pierre blanche rappelant les médaillons, atlantes et cariatides de la Renaissance.
Pedro Gailhard fait enrichir la façade principale de son immeuble d'ornements qui évoquent sa carrière et font notamment la part belle aux personnages de la pièce d'opéra Faust de Charles Gounod, qui le rendit célèbre : Faust, Marguerite, Méphistophélès et autres personnages figurent en médaillons, bustes et sculptures qui font écho aux décors des hôtels Renaissance de la ville. 

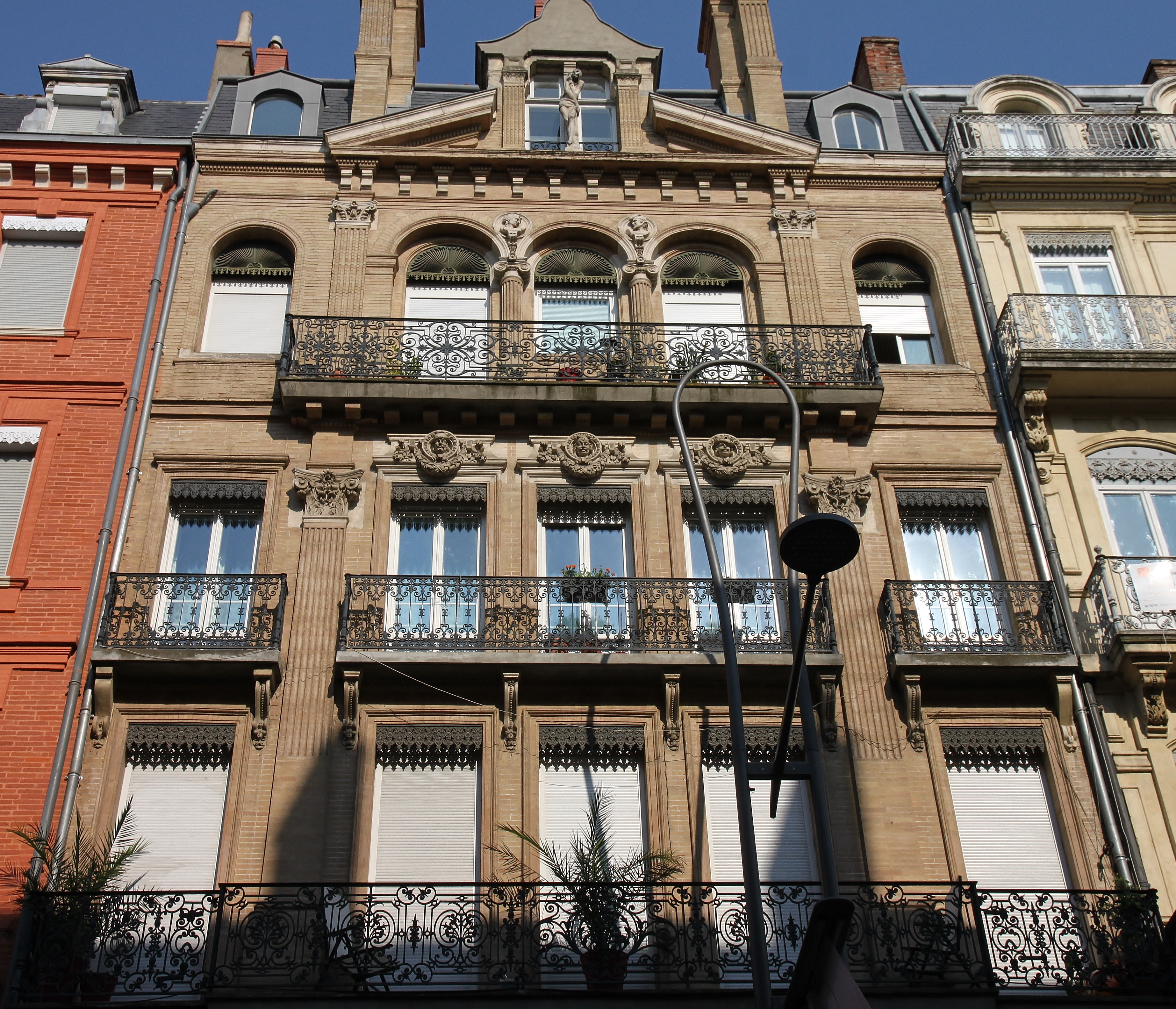
Immeuble Gailhard.
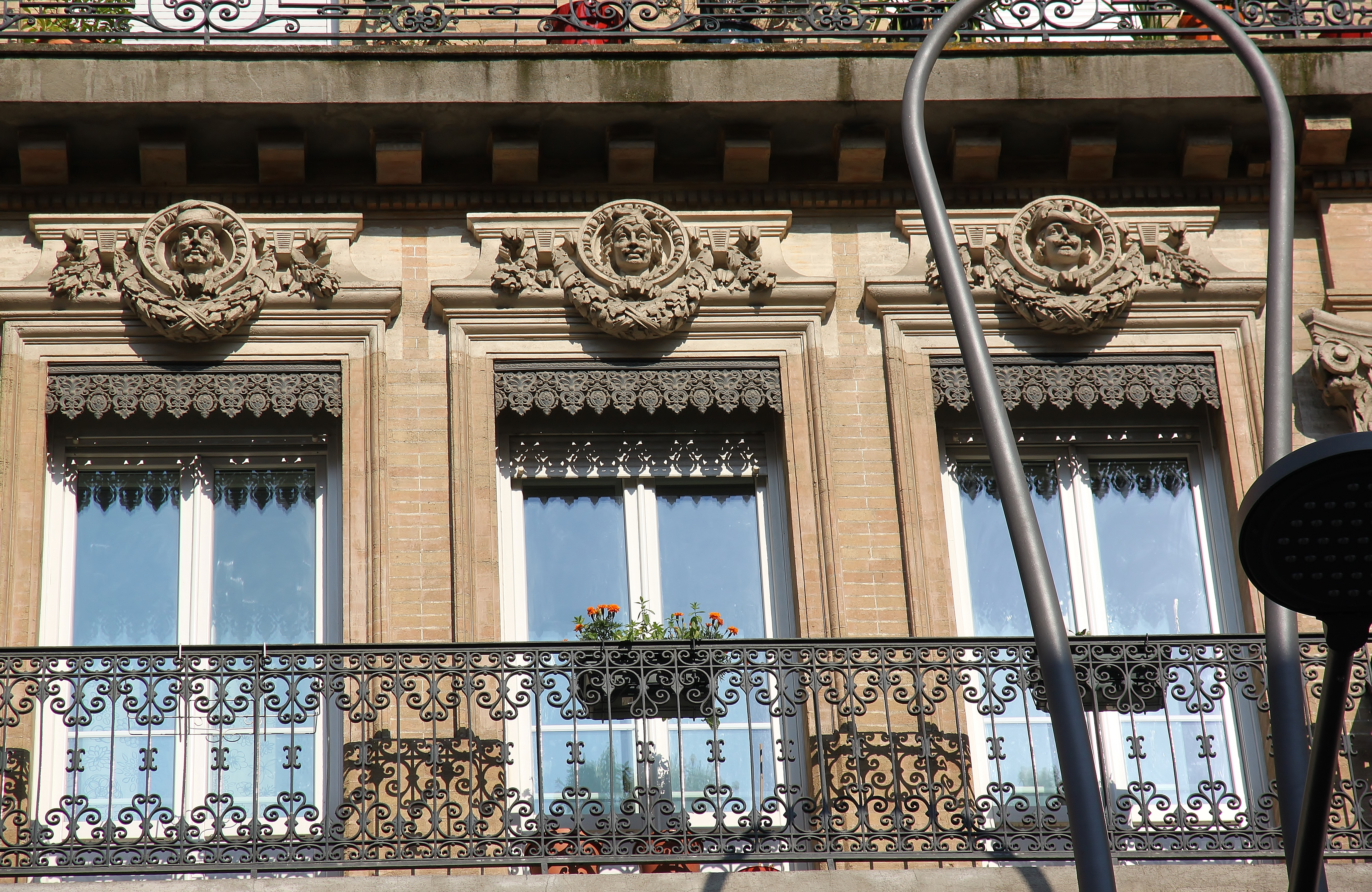
Immeuble Gailhard : médaillons, garde-corps en fonte.
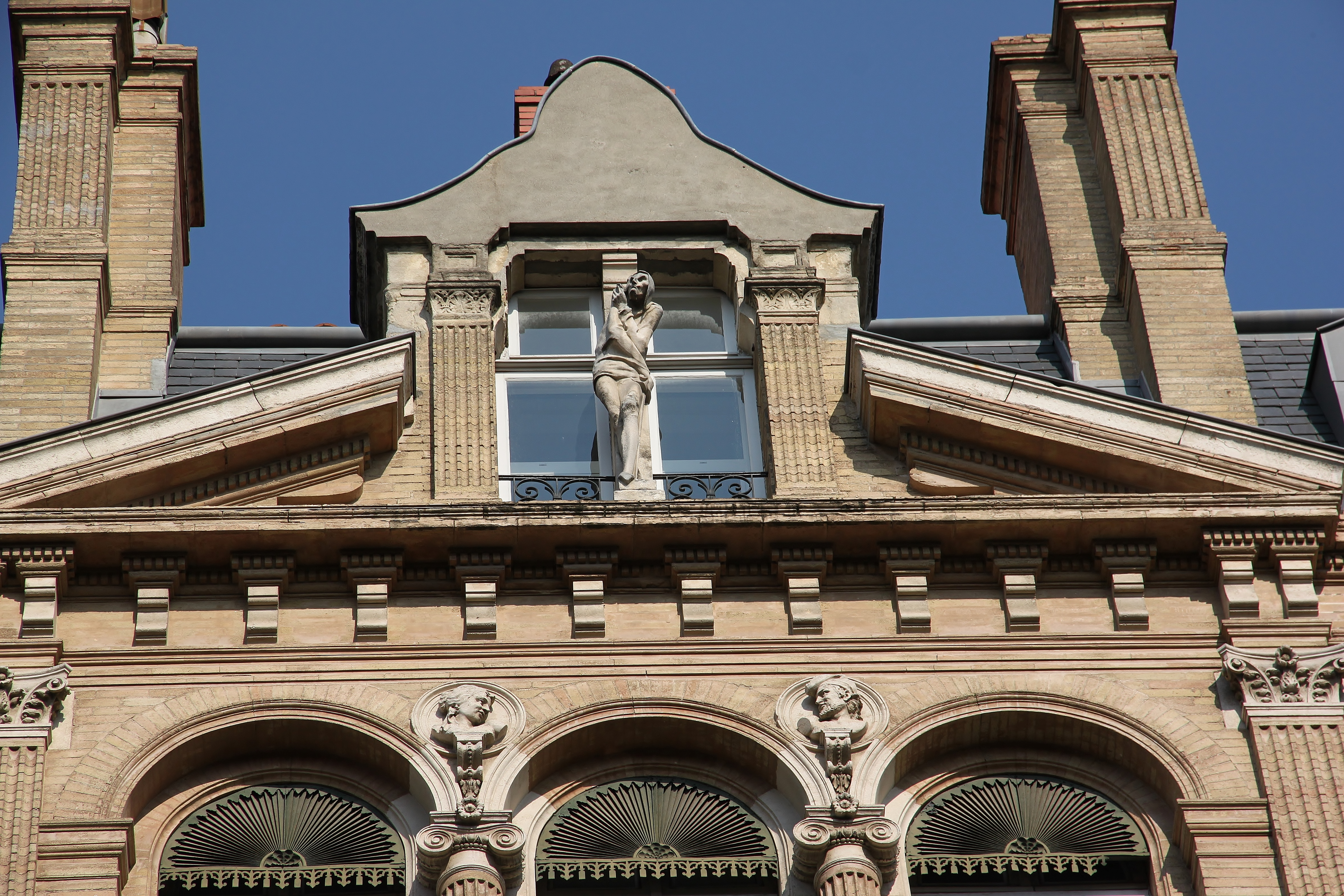
Immeuble Gailhard.
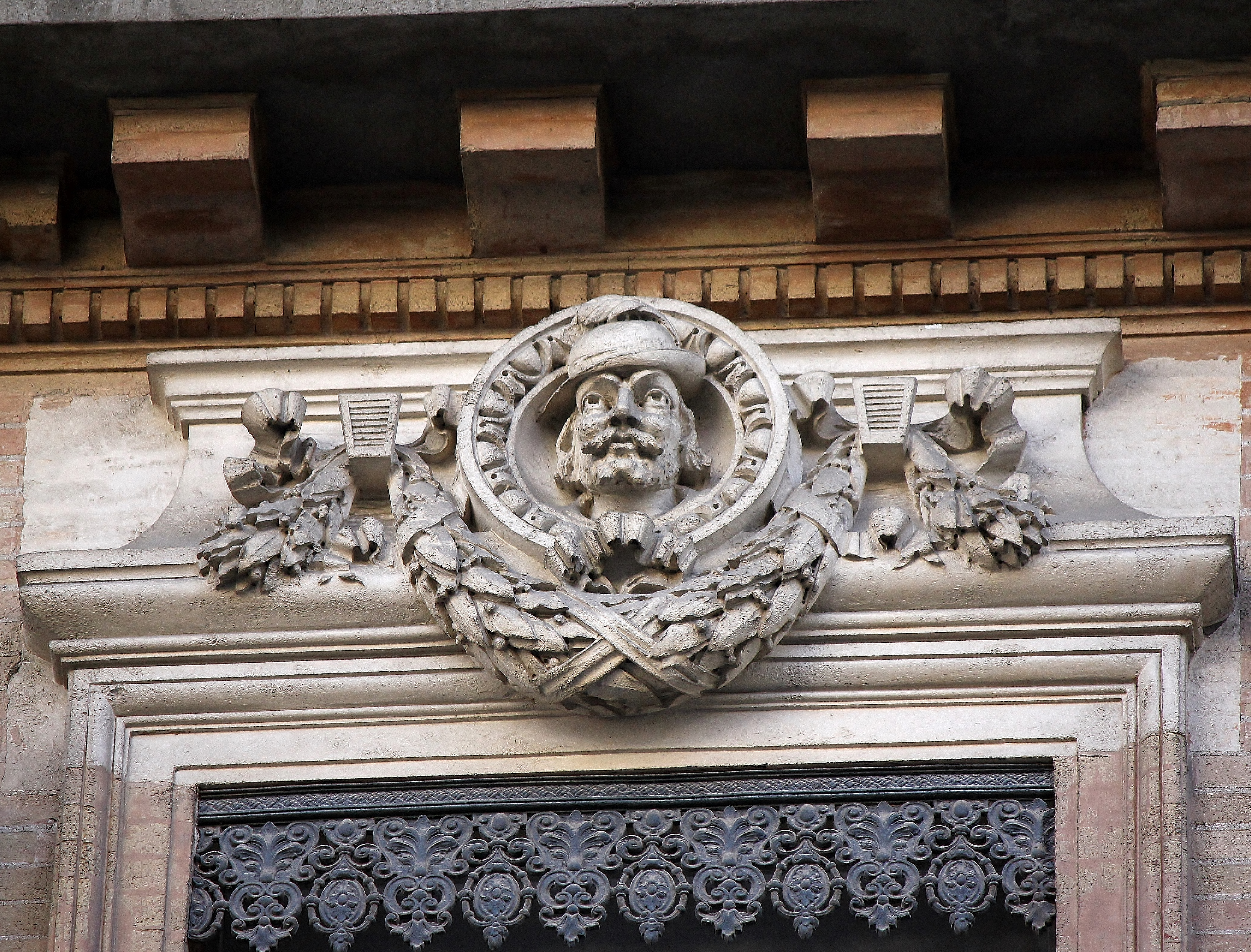
Immeuble Gailhard : médaillon.
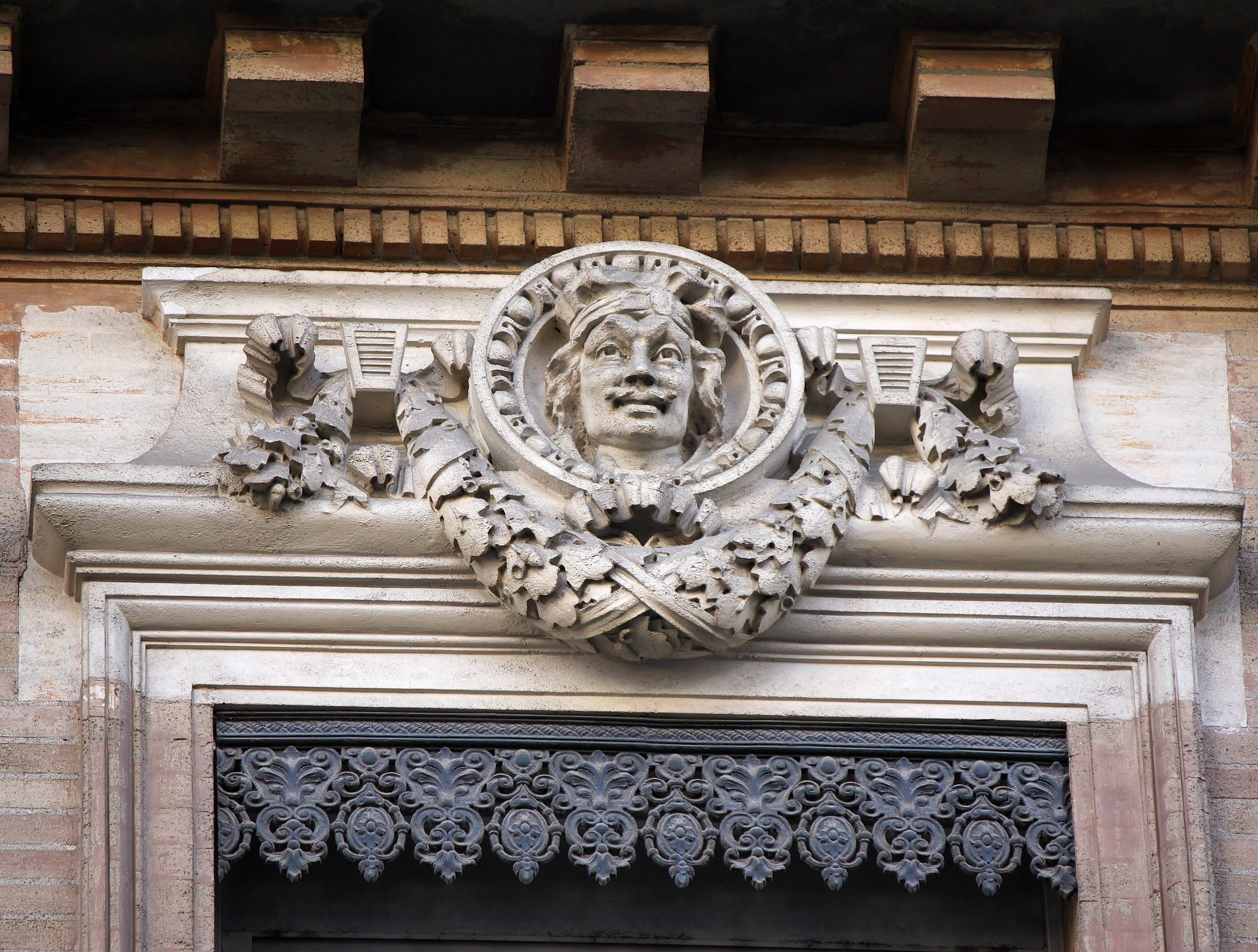
Immeuble Gailhard : médaillon.
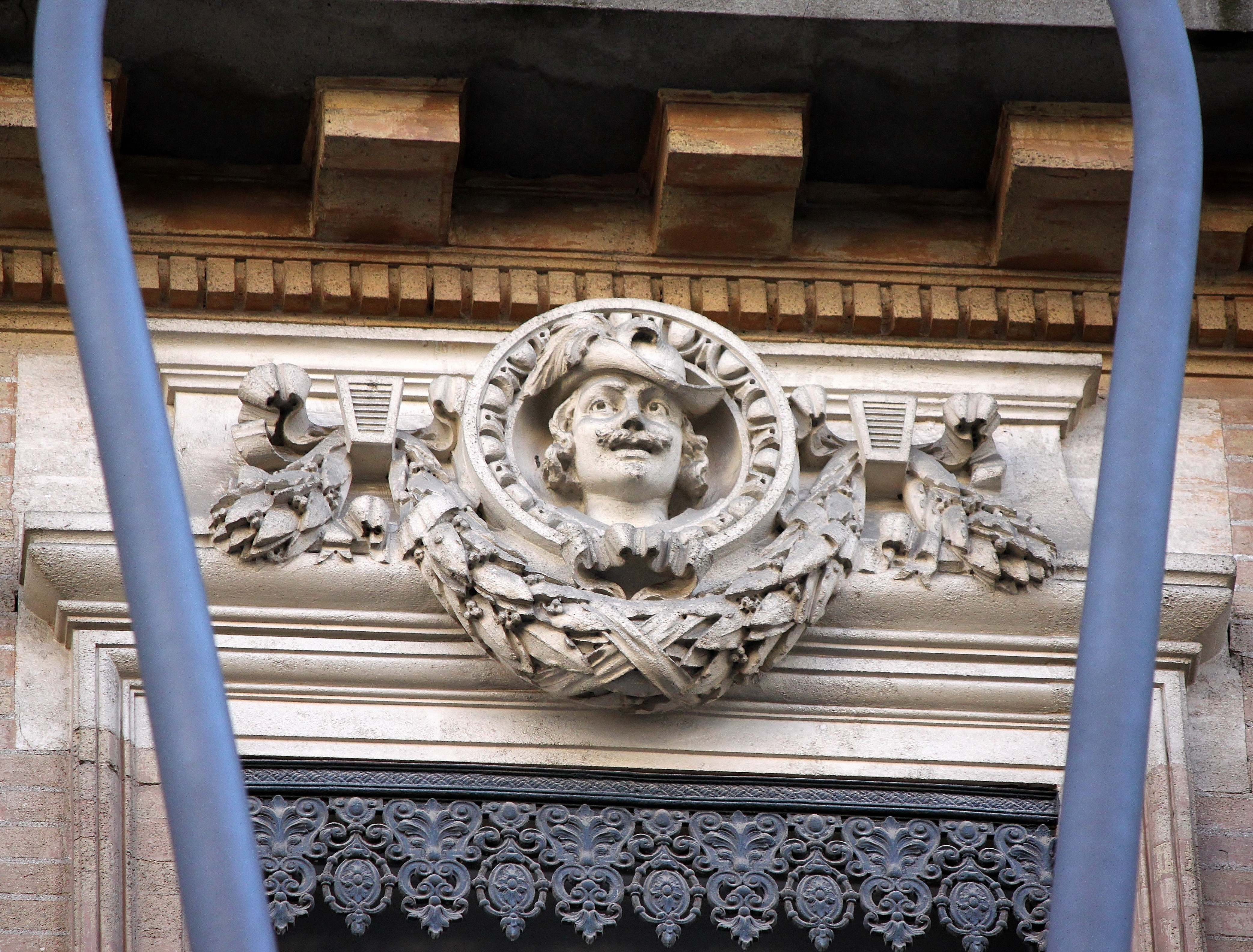
Immeuble Gailhard : médaillon.
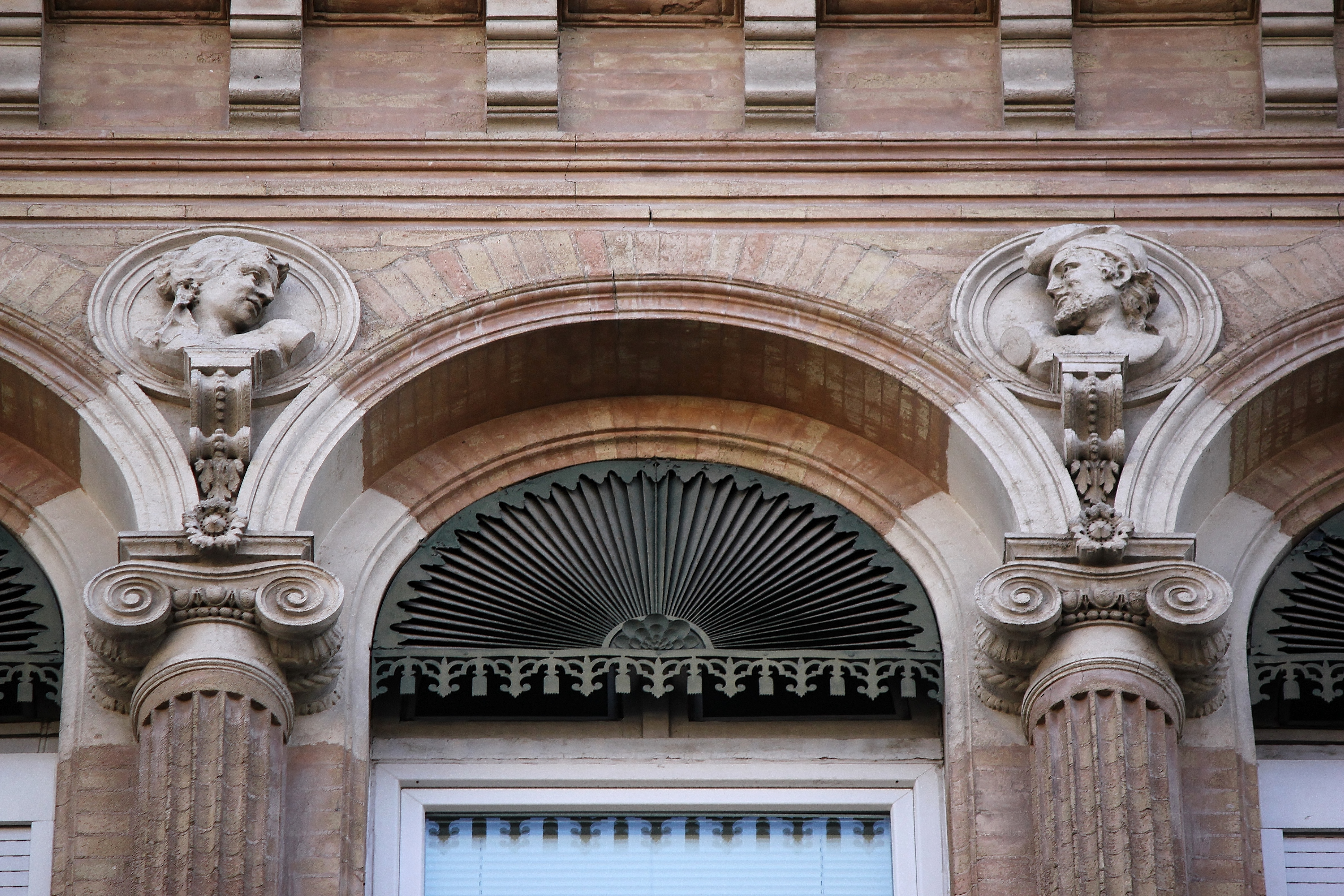
Immeuble Gailhard : chapiteaux ioniques, bustes en médaillon représentant Marguerite et Faust.
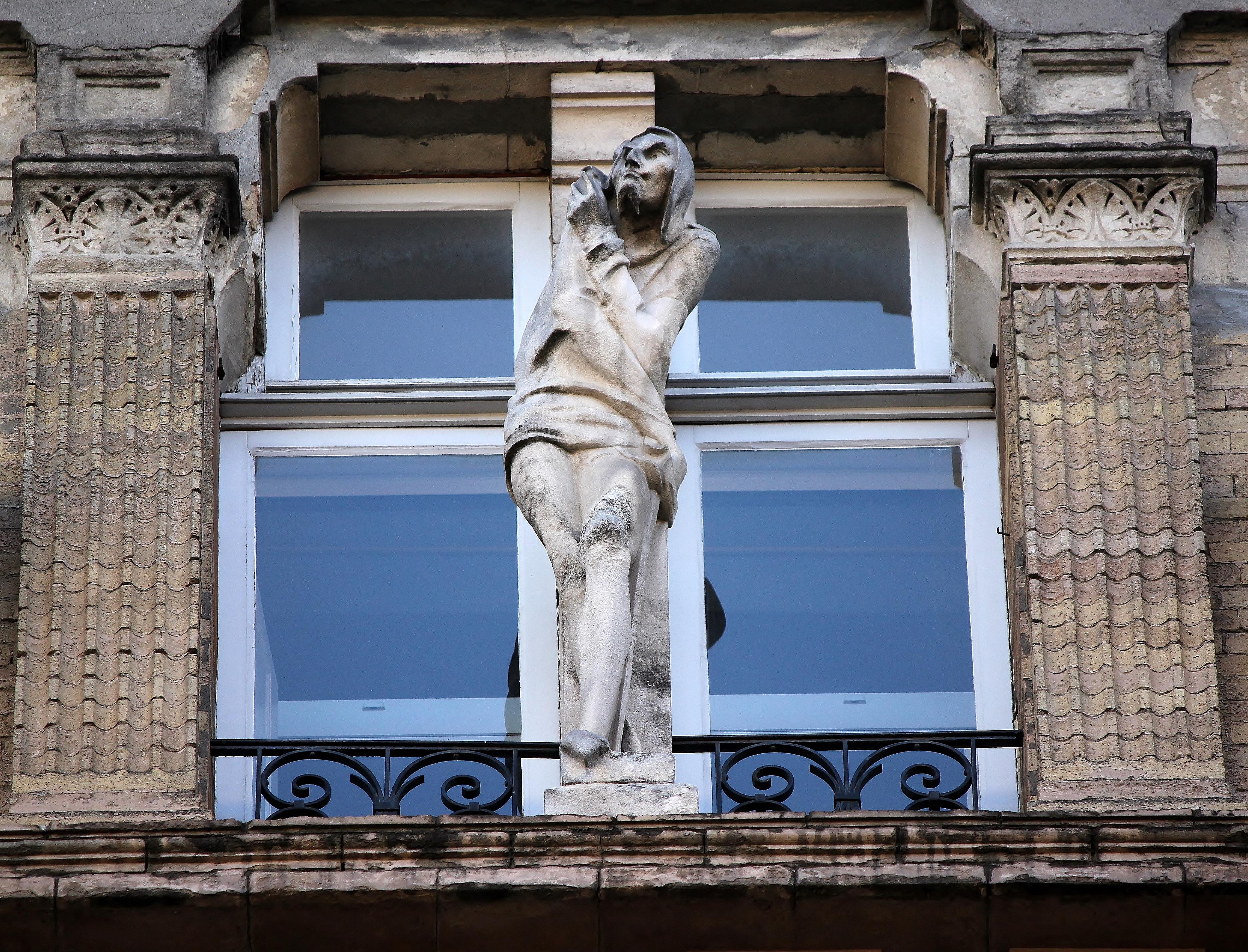
Immeuble Gailhard : représentation de Méphistophélès.

#### L'immeuble à l'angle de la rue de Metz et de la rue des Arts
25 rue de Metz. Non protégé MH.
Par le choix des matériaux, ce bâtiment élevé en 1908 par l'architecte Jacques Lacassin est représentatif de nombreux immeubles de la rue de Metz de la fin du XIXe siècle et du début du XXe siècle qui emploient la pierre de taille conjointement avec une proportion variable de brique.
L'immeuble met en œuvre des ornements néo-Renaissance grandement inspirés de ceux de l'hôtel d'Assézat. Masques antiquisants, cornes d'abondance, pointes de diamant, chapiteaux ioniques côtoient des décors plus caractéristiques de l'époque de construction tel qu'un balcon filant en fonte.

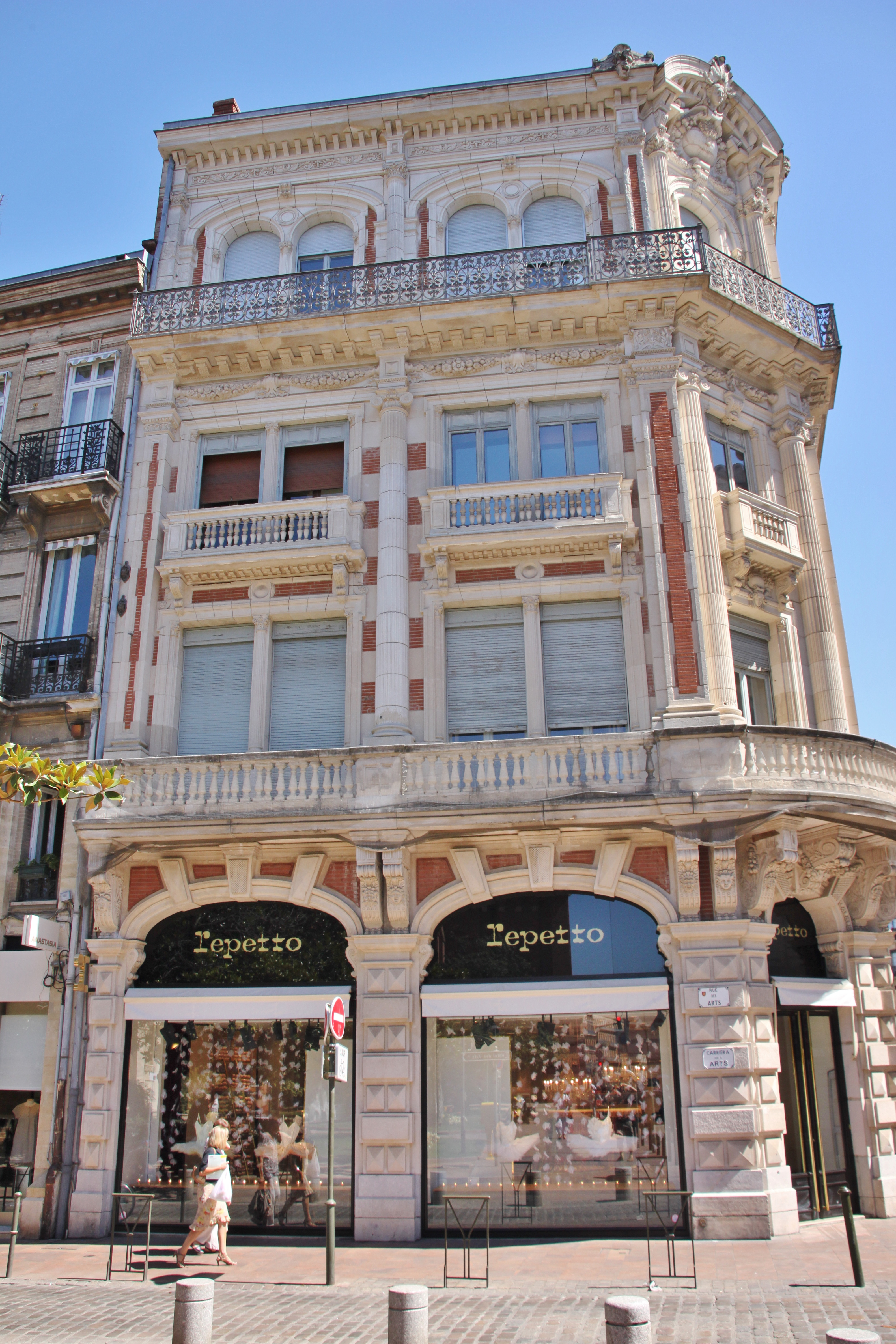
Immeuble 25 rue de Metz.
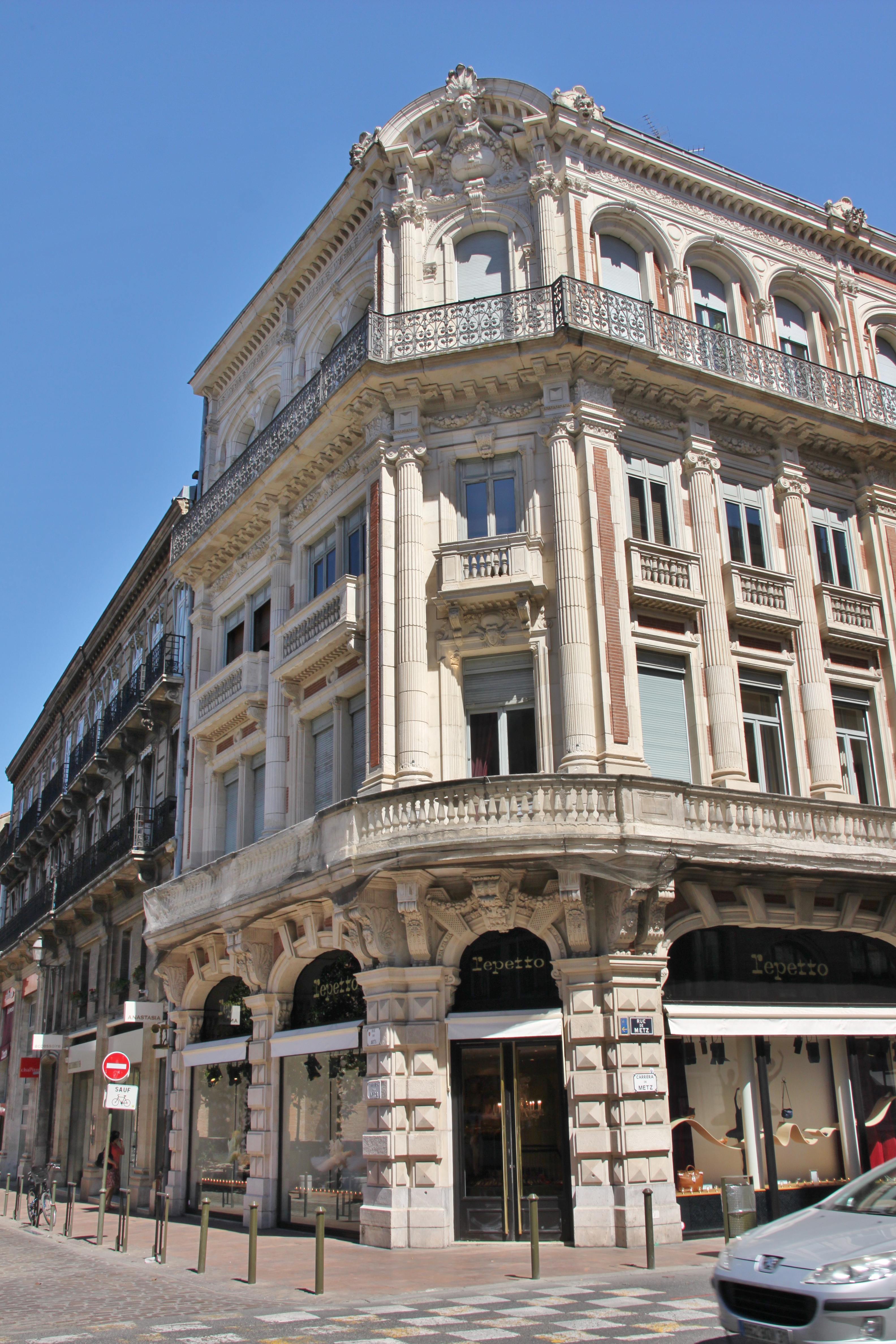
Immeuble 25 rue de Metz.
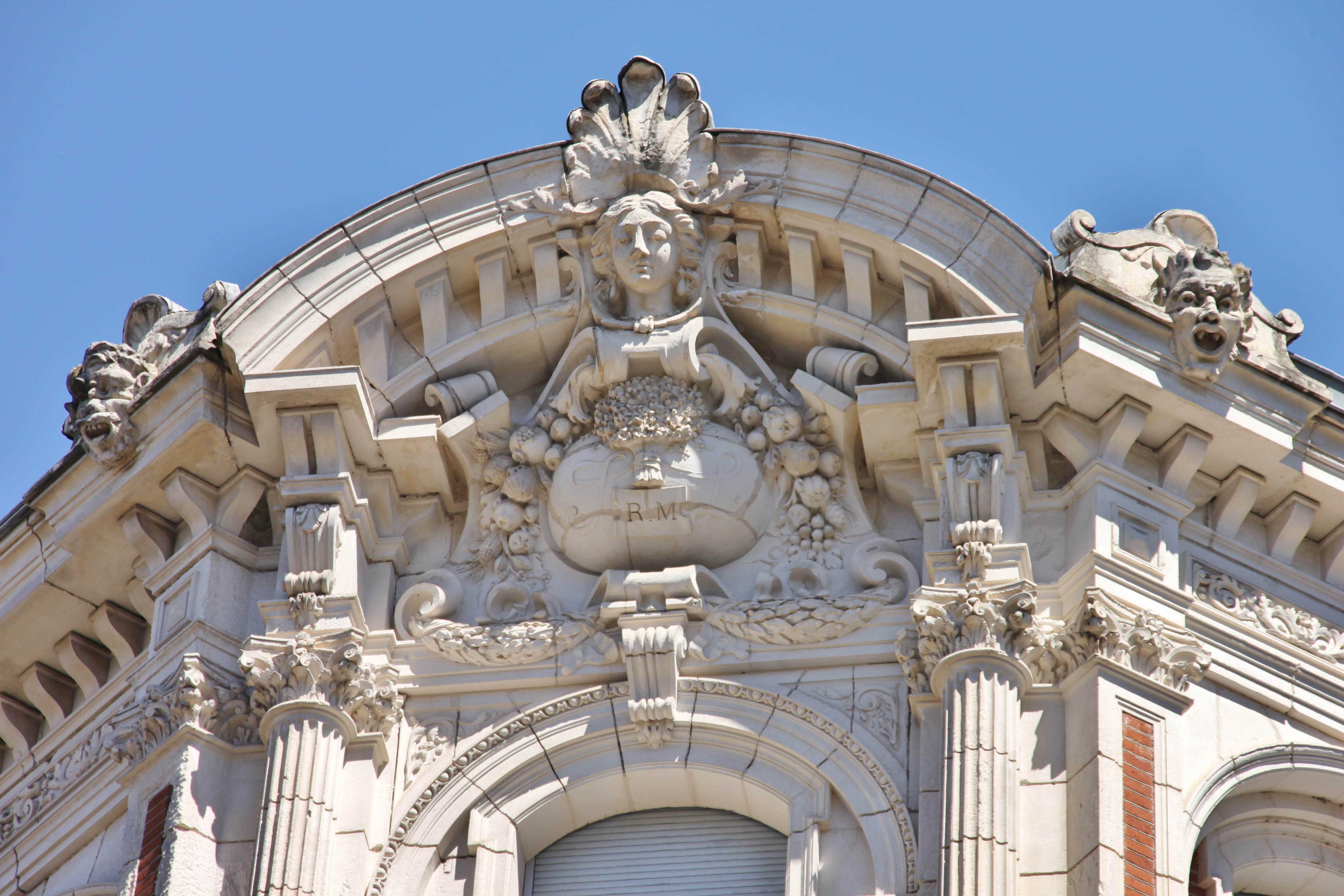
Immeuble 25 rue de Metz.
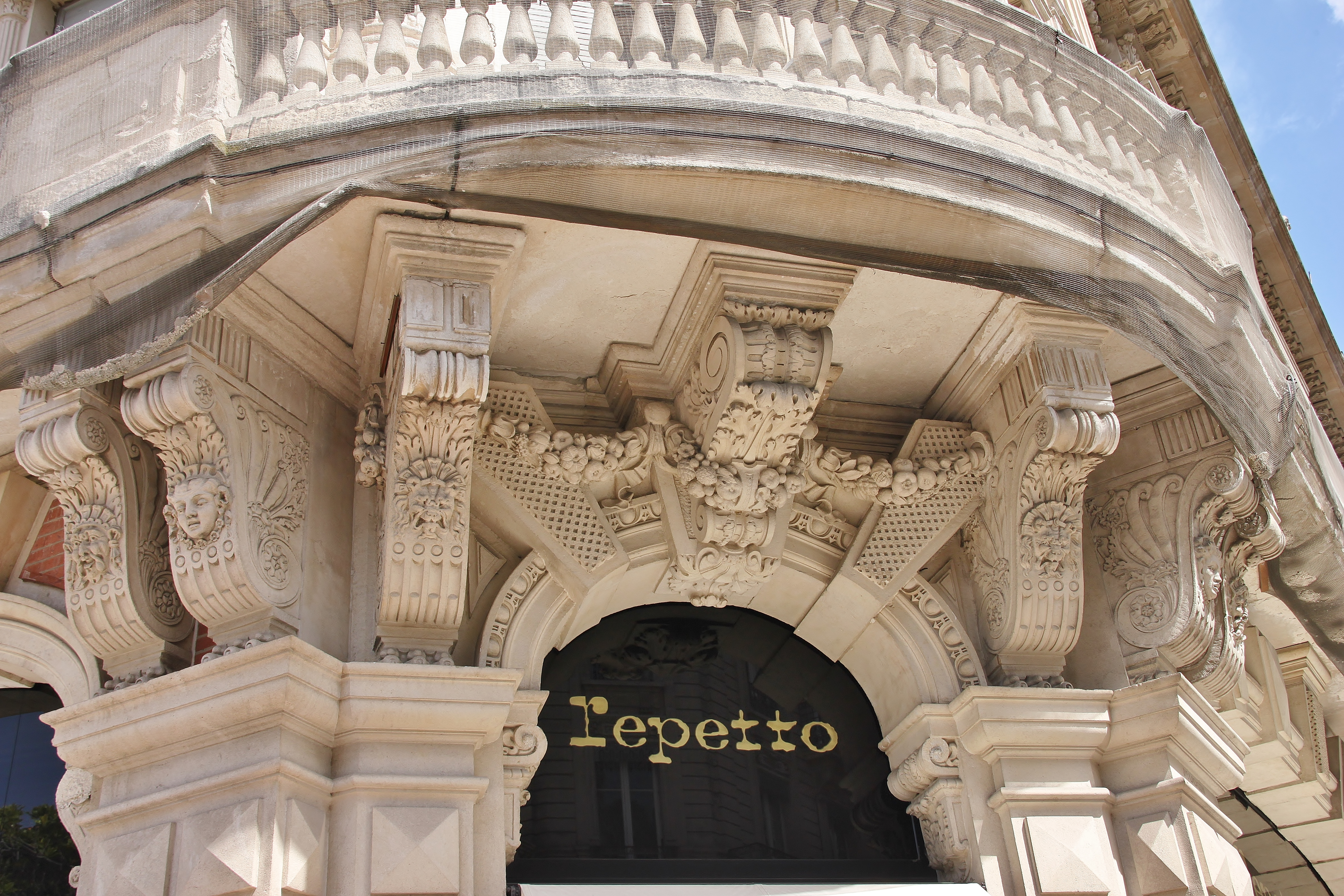
Immeuble 25 rue de Metz.
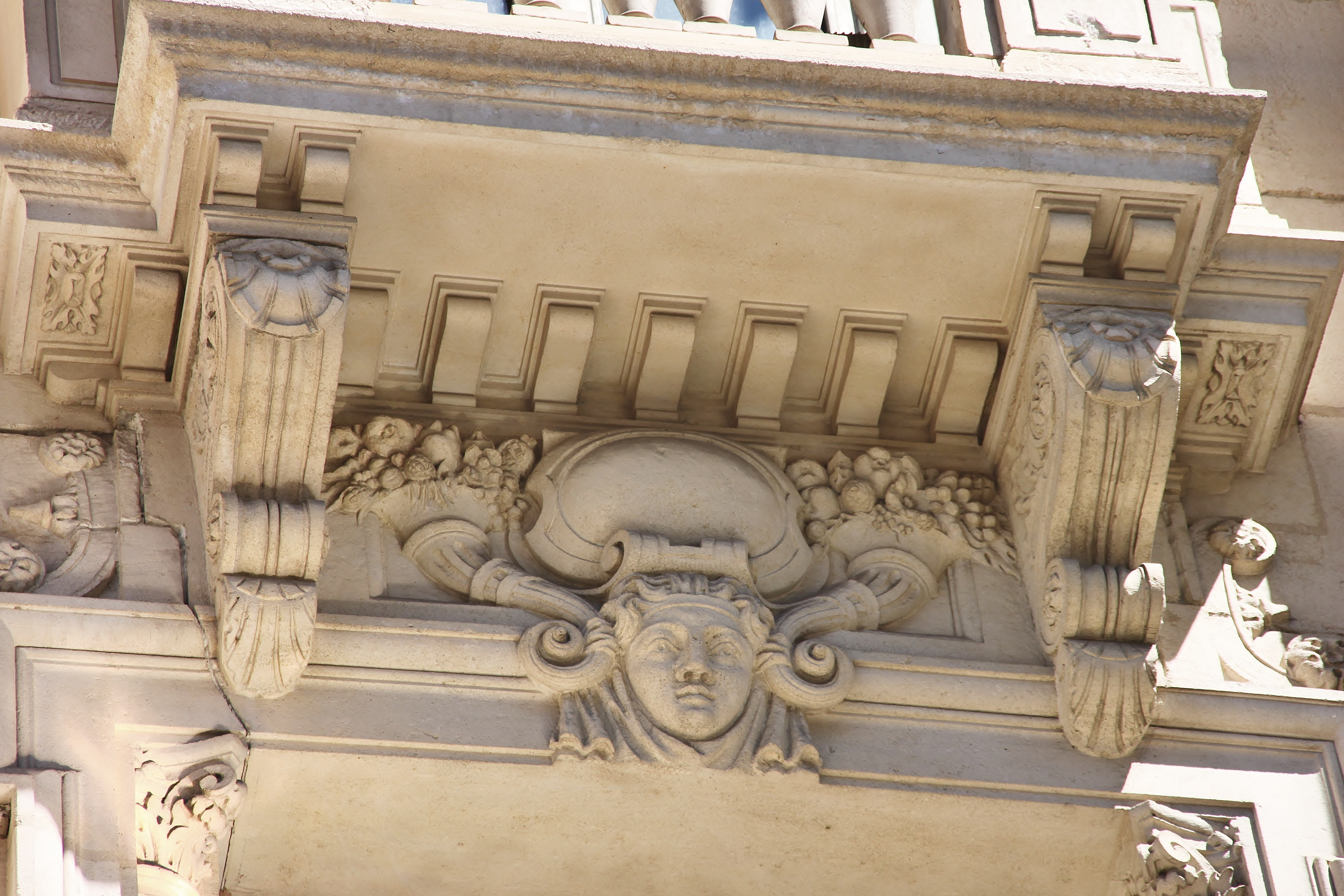
Immeuble 25 rue de Metz.
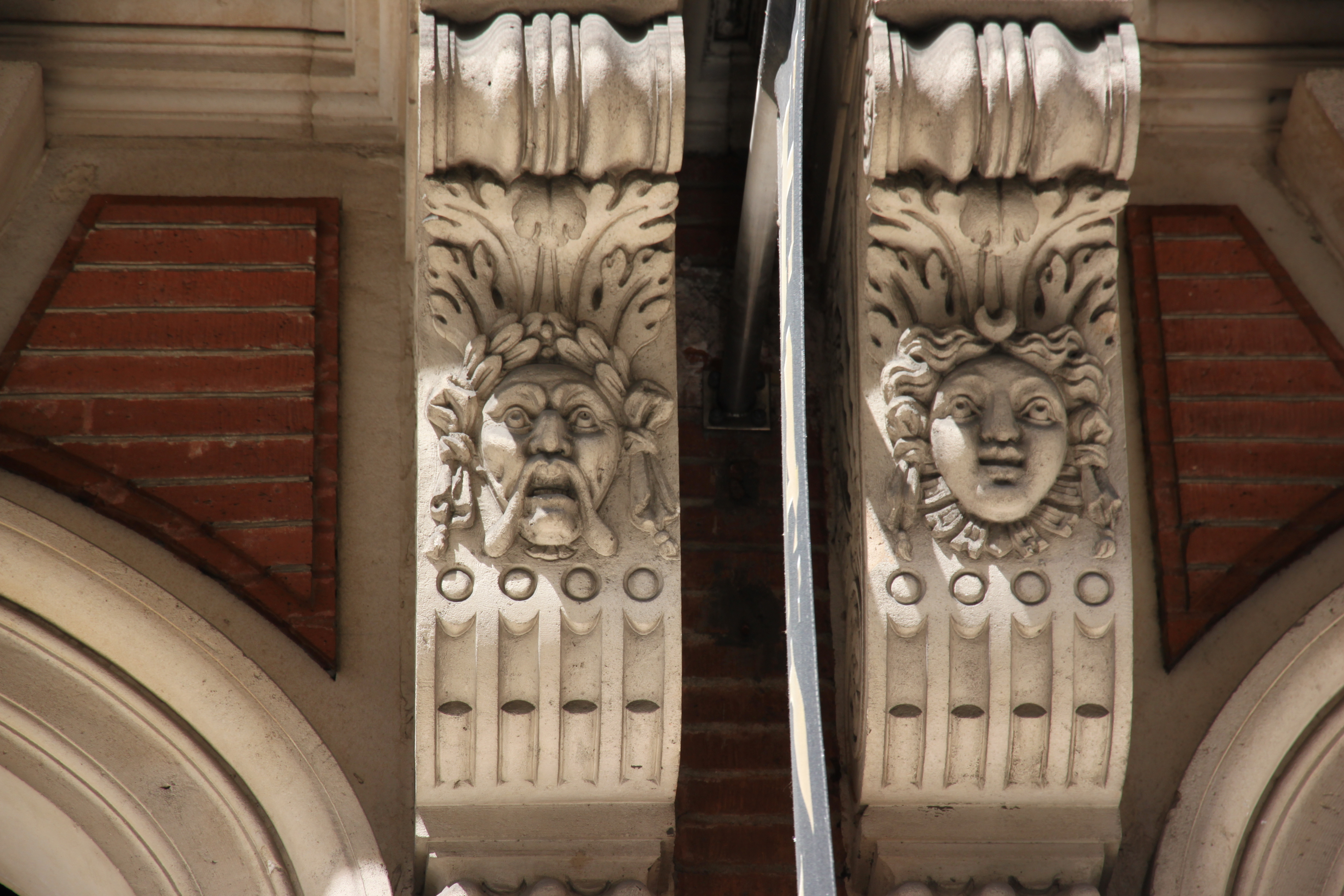
Immeuble 25 rue de Metz.
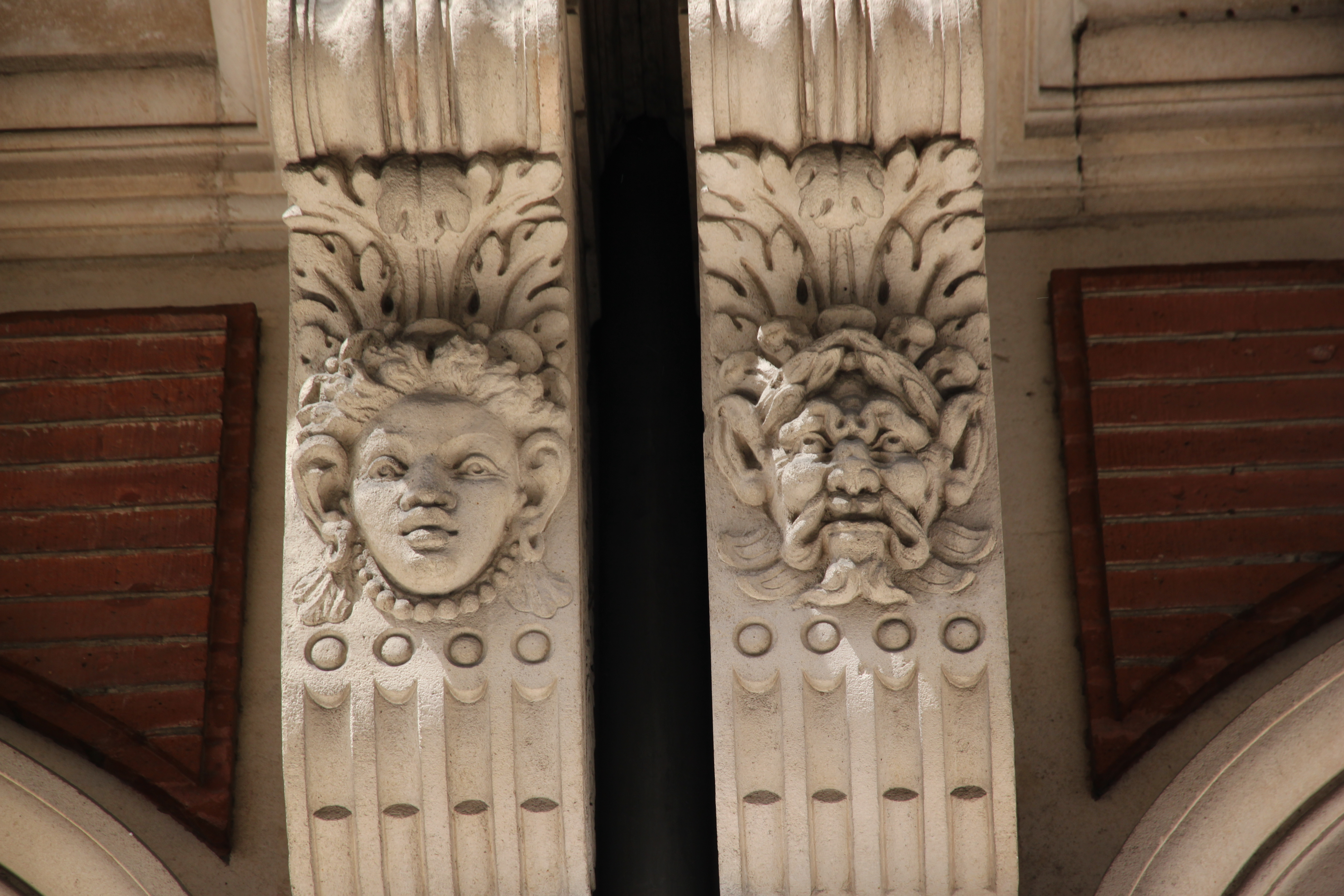
Immeuble 25 rue de Metz.
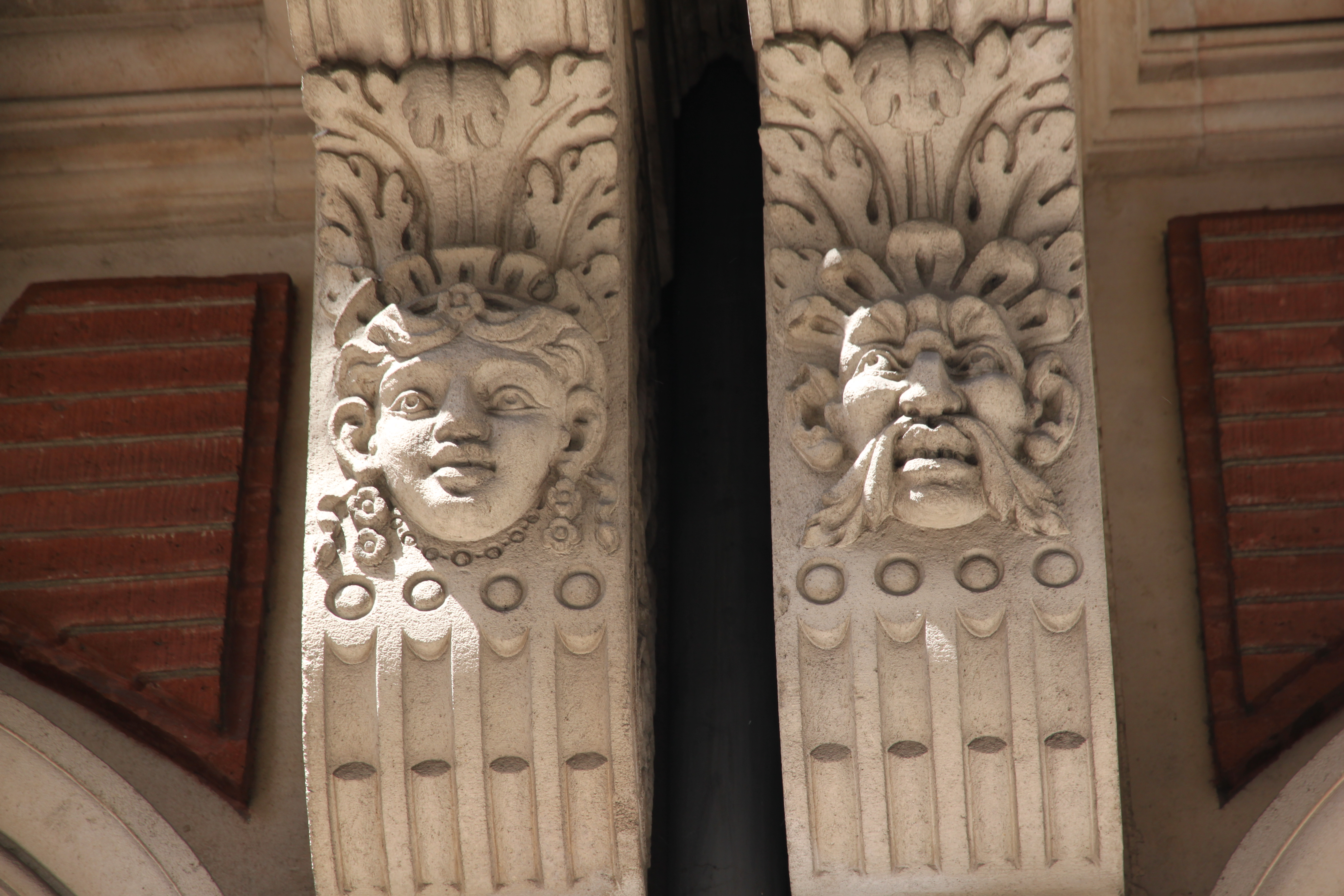
Immeuble 25 rue de Metz.